# Kerstgebruik

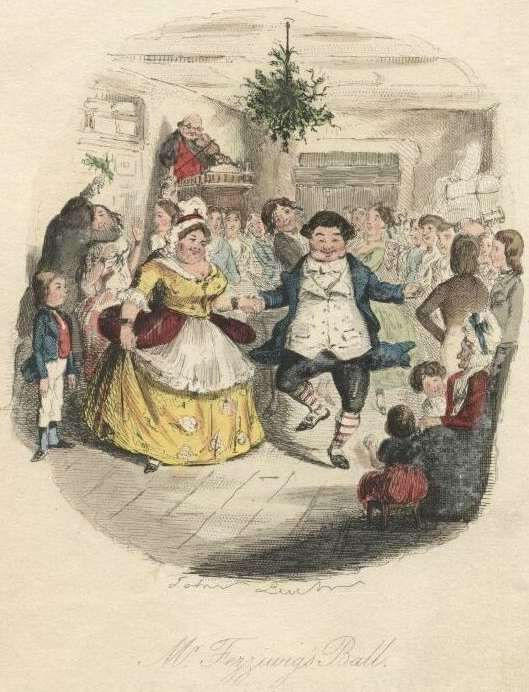
Afbeelding uit A Christmas Carol, 1843 van Charles Dickens, waarbij onder de maretak wordt gezoend

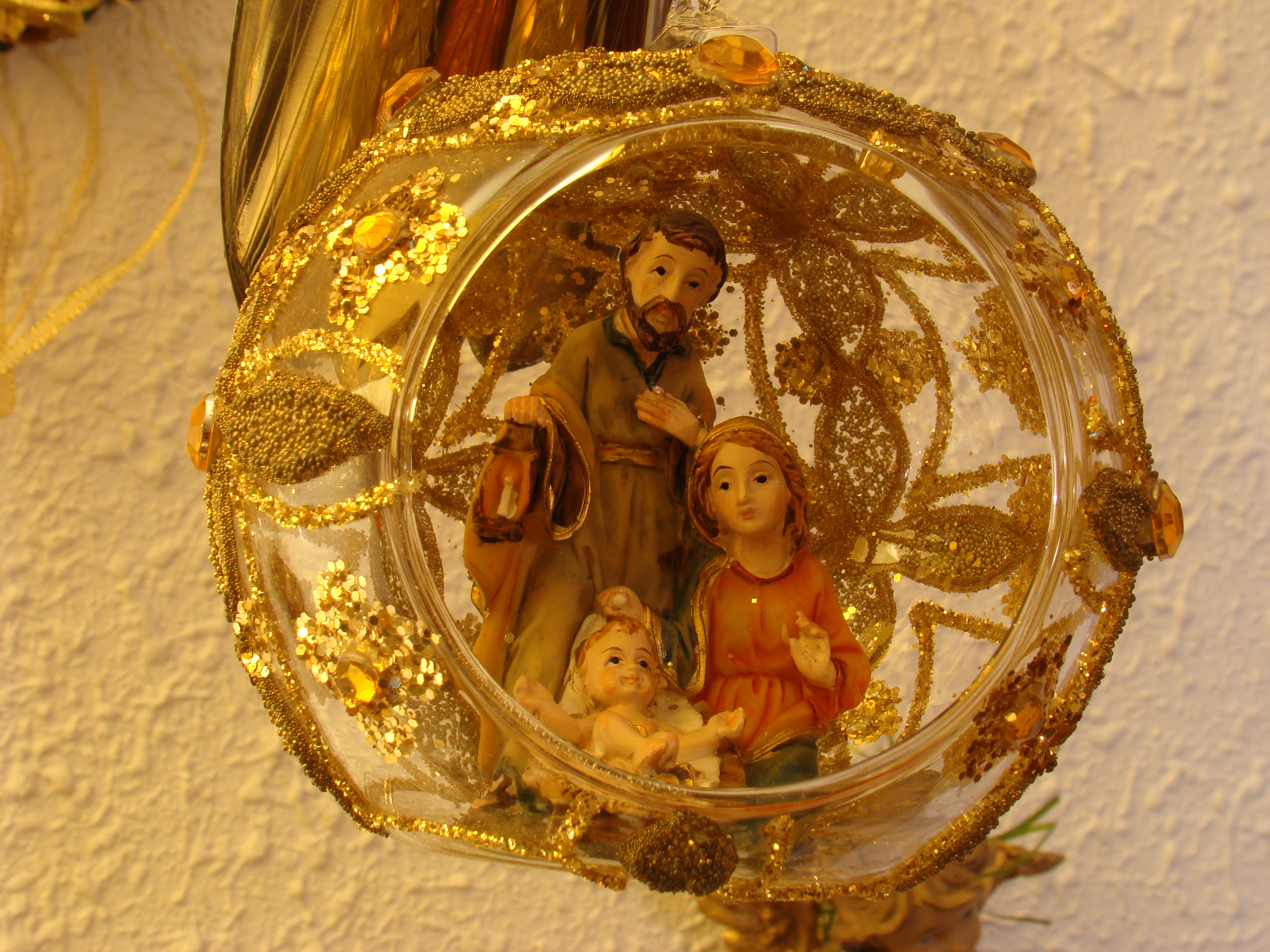
Kerstversiering met als thema de geboorte van Jezus; kristallen bol met daarin Jozef, Maria en Jezus

Dit is een overzicht van kerstgebruiken in verschillende landen. Afhankelijk van het land wordt Kerstmis anders gevierd, er bestaan seculiere en christelijke tradities. Deze gebruiken komen voor gedurende de gehele kerstcyclus.

## Overeenkomsten in verschillende gebieden

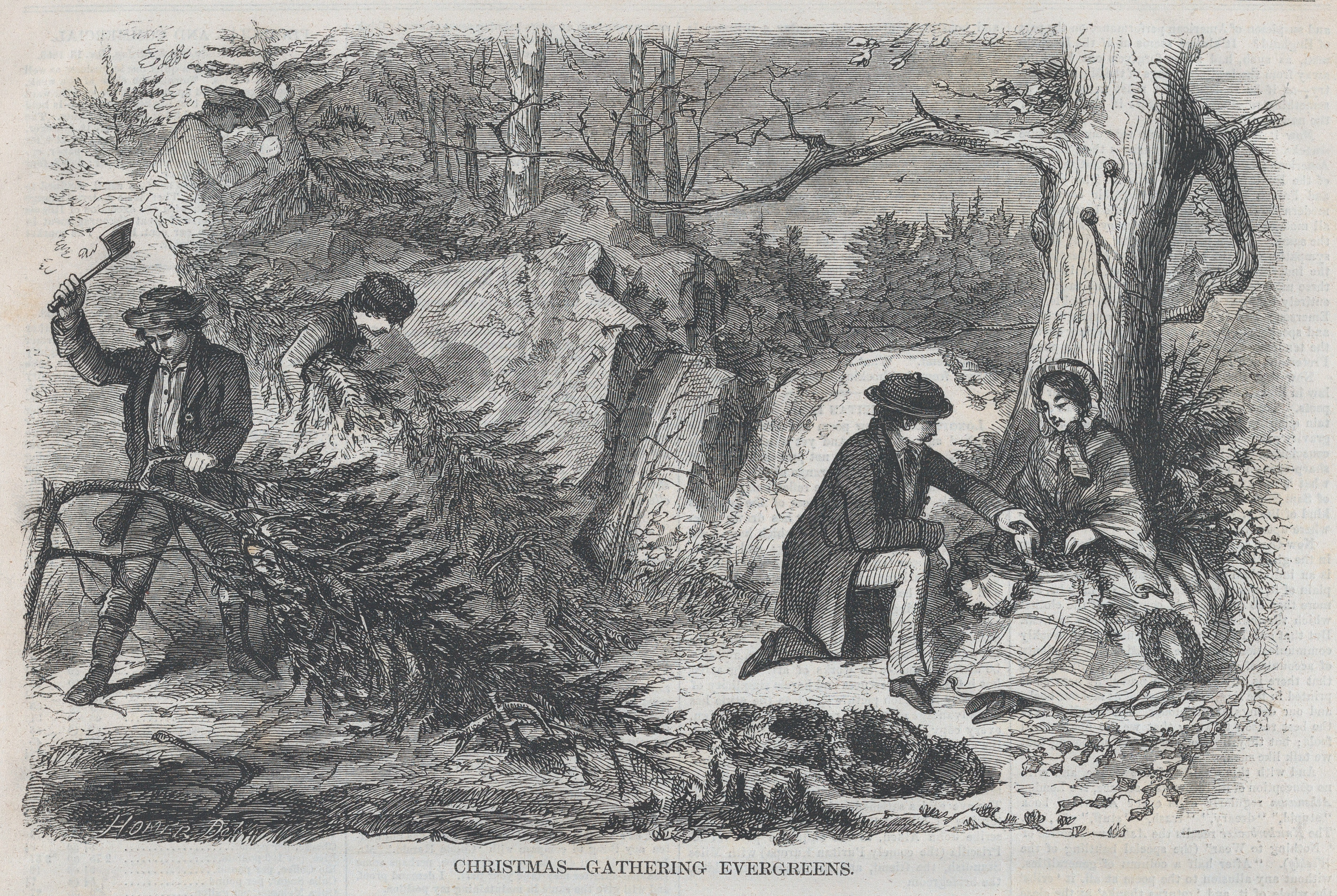
Gathering evergreens (het verzamelen van groenblijvende bomen en planten), Metropolitan Museum of Art, 25 december 1858

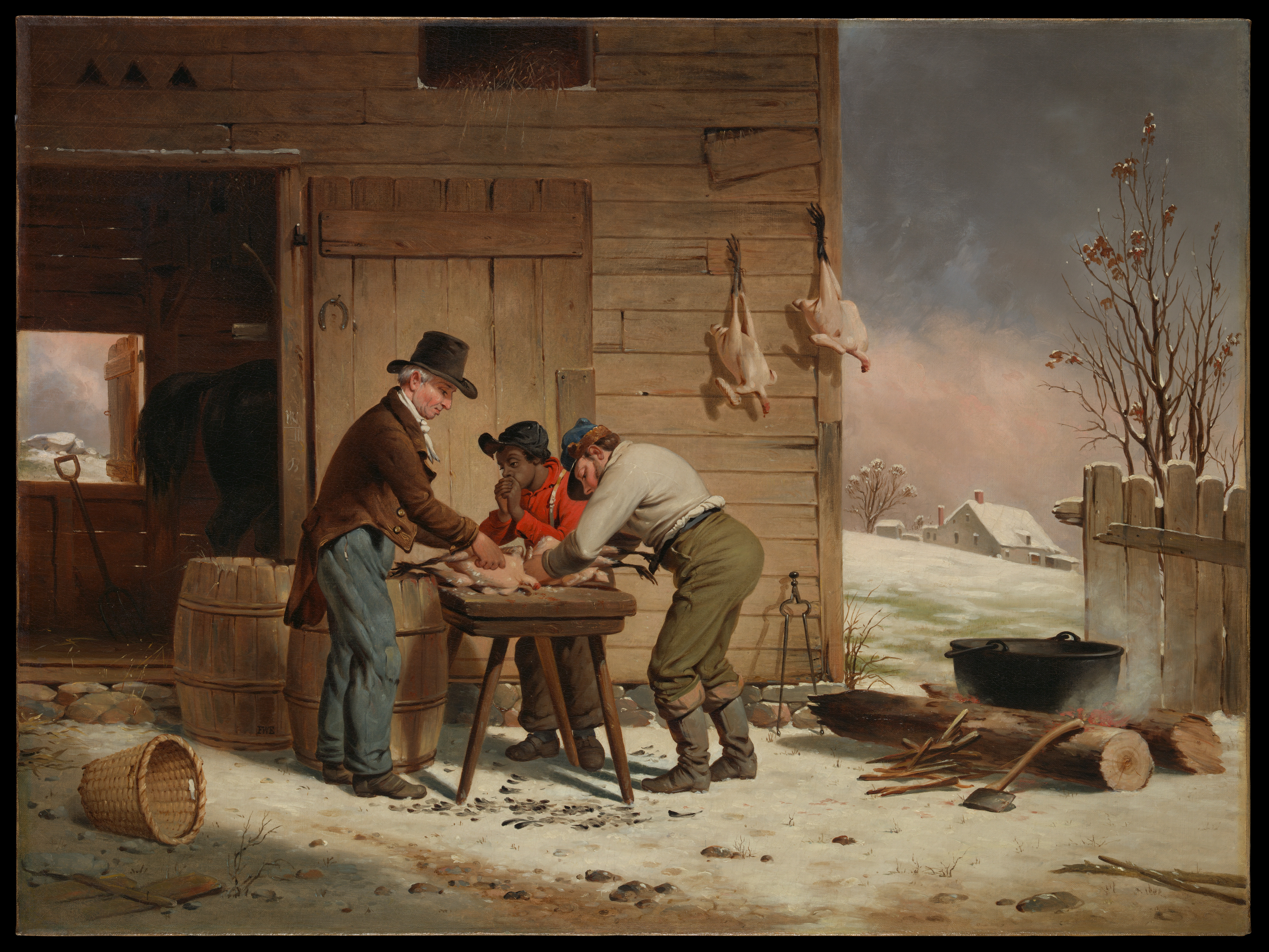
Preparing for Christmas; plucking turkeys (voorbereidingen voor het kerstfeest; kalkoenen plukken), Francis William Edmonds, 1851

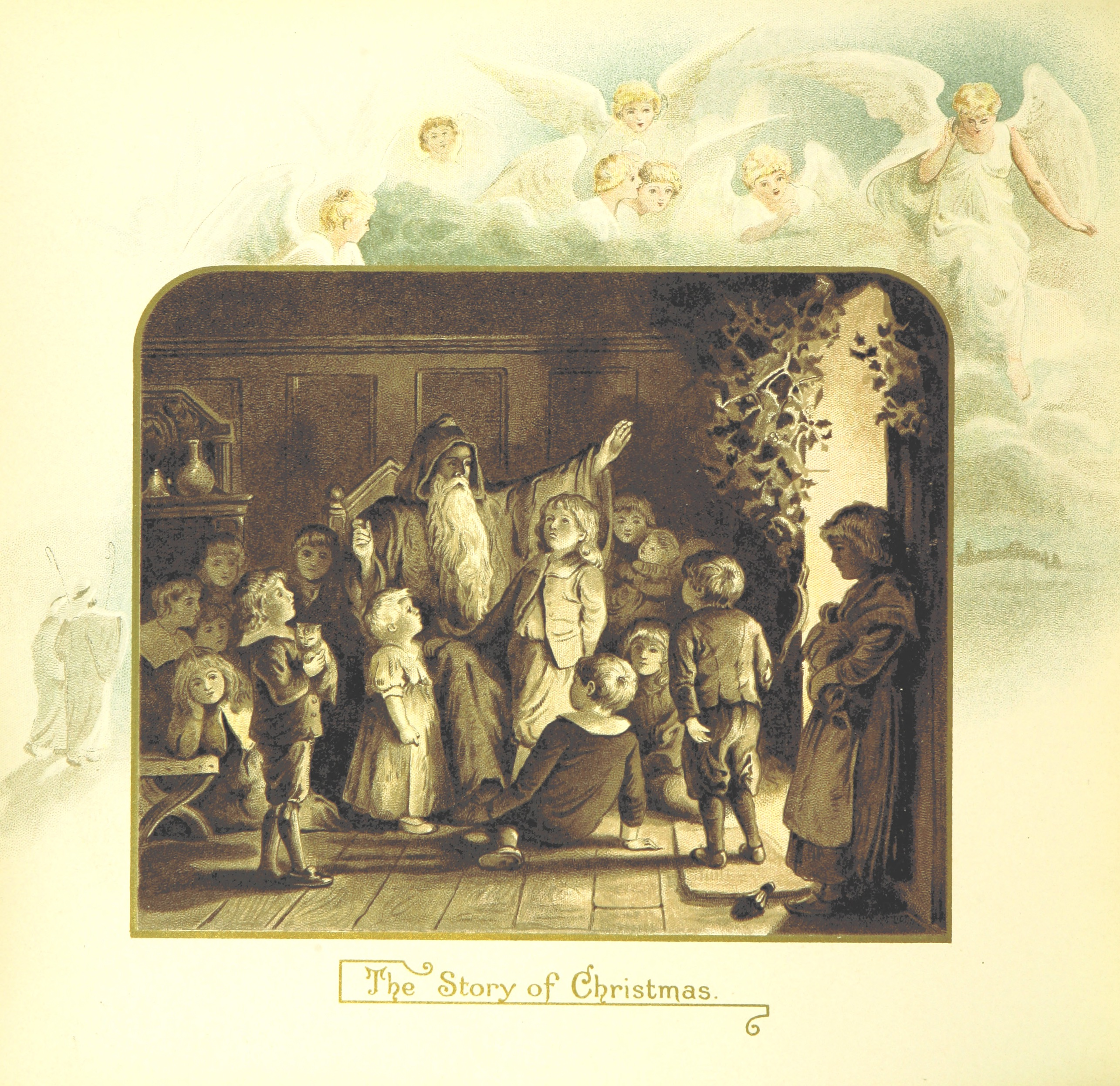
The story of Christmas (het kerstverhaal), 'The Coming of Father Christmas', 1894

De gebruiken verschillen per gebied, maar er zijn elementen die in verschillende gebieden (soms in iets afwijkende vorm) voorkomen rond de kersttijd:
- In de aanloop naar kerst (de adventperiode) wordt de adventskalender gebruikt en worden kerstmarkten georganiseerd;
- Het in huis halen van groenblijvende bomen en planten, zoals een adventskrans, kerstkrans, kerststuk, kerstster, hulst of maretakken en/of het gebruik van hooi of stro (voor de rendieren van de kerstman of als symbool voor de kribbe, maar ook als kerstversiering of kostuum). In veel gebieden wordt de kerstboom geplaatst en met kerstversiering (zoals kerstballen, kerstfiguren, slingers, engelenhaar, traditionele lekkernijen zoals zuurstokken en koekjes, kaarsjes of kerstboomverlichting en een piek) opgetuigd;
- Het ophangen van kerstverlichting (zoals lichtslangen) en kerstsokken;
- Het oprichten van een kerststal (met de os en de ezel, de kribbe en de aanbidding der herders) of kerstdorp;
- Traditioneel wordt een joelblok gehaald, verzorgd en (in de open haard) verbrand (zoals de Yule Log, de Butnik, Badnjak en Tió de Nadal. In Amerika wordt het branden van het hout in de haard zelfs uitgezonden op televisie) of wordt een eetbare variant opgediend (zoals de kerststronk);
- Er wordt gevast en men bezoekt de kerstnachtdienst of vespers;
- In verschillende culturen wordt traditioneel een kerstdiner geserveerd voor de aanwezige familie en goede vrienden. Er komen (afhankelijk van het gebied) rituelen voor rondom het kerstdiner. Soms zijn de ingrediënten van het kerstmenu al eeuwenlang een traditie;
- Het klaarmaken van een bord met koekjes en een glas melk voor de Kerstman en/of het plaatsen van een extra couvert voor de doden (voorouderverering) of onverwachte gasten, verwijzend naar de zoektocht voor een onderkomen door Jozef en Maria in Bethlehem);
- Er worden kerstwensen gewisseld, soms in de vorm van kerstkaarten (waar jaarlijks speciale kerstpostzegels voor worden gemaakt) die naar vrienden en familie worden verstuurd (vaak in combinatie met nieuwjaarswensen) of het geven van een kersttoespraak;
- Men probeert de toekomst te voorspellen door middel van uiteenlopende omens en orakels, zoals bijvoorbeeld het verstoppen van muntjes of bonen in voedsel;
- Er worden kerstliederen gezongen en op tv zijn kerstfilms te zien. Men bezoekt kerstconcerten, zoals het bekende Weihnachtsoratorium. Er worden toneelstukken opgevoerd (een kerstspel[1], het Driekoningenspel, Mysteriespel) of verhalen verteld over de geboorte van Jezus, de aanbidding der herders en de Wijzen uit het oosten, Santa Claus, de kerstman, Father Christmas, Père Noël, Christkindl, Kris Kringle, Joulupukki, Babbo Natal, Befana, Grýla, de Jólasveinar, Apalpador, Tió de Nadal, Mari Domingi, Olentzero, Grootvadertje Vorst of Ded Moroz en hun begeleiders. Hierbij gaan de spelers (bijvoorbeeld sterrenzangers) in sommige gevallen langs de huizen in het dorp, verkleed als dieren en mythische figuren (zie bijvoorbeeld Kolyada en Koleduvane). Er worden kerstparades georganiseerd. Ook worden kerstcadeaus gegeven door deze kerstfiguren of door familie, vrienden of werkgever (in het laatste geval een kerstpakket);
- In delen van Europa wordt een kinderbisschop gekozen tijdens de katholieke gedenkdagen Sint Nicolaas (6 december) tot Onnozele Kinderen (28 december). Ook kwam het narrenfeest voor. Dit zijn voorbeelden van omkeerfeesten.[2]

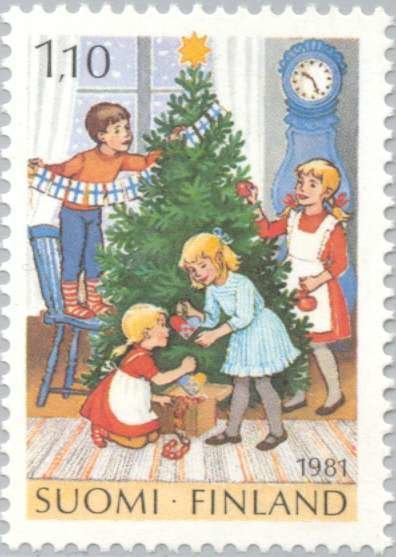
Kinderen versieren de kerstboom op een kerstpostzegel uit Finland, 1981
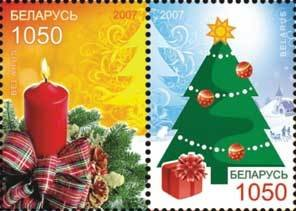
Kerststukje met kaars en kerstboom met kerstballen, slingers, piek en kerstcadeau op kerstpostzegels uit Belarus, 2007
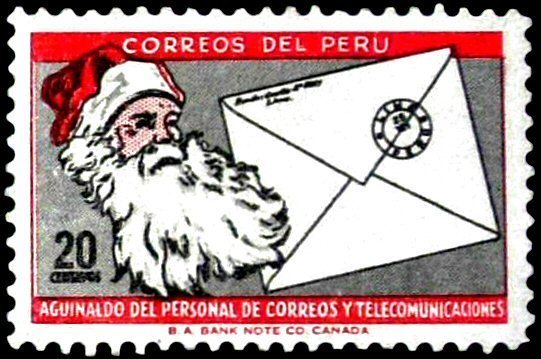
Kerstkaart en kerstman op een kerstpostzegel uit Peru, 1965
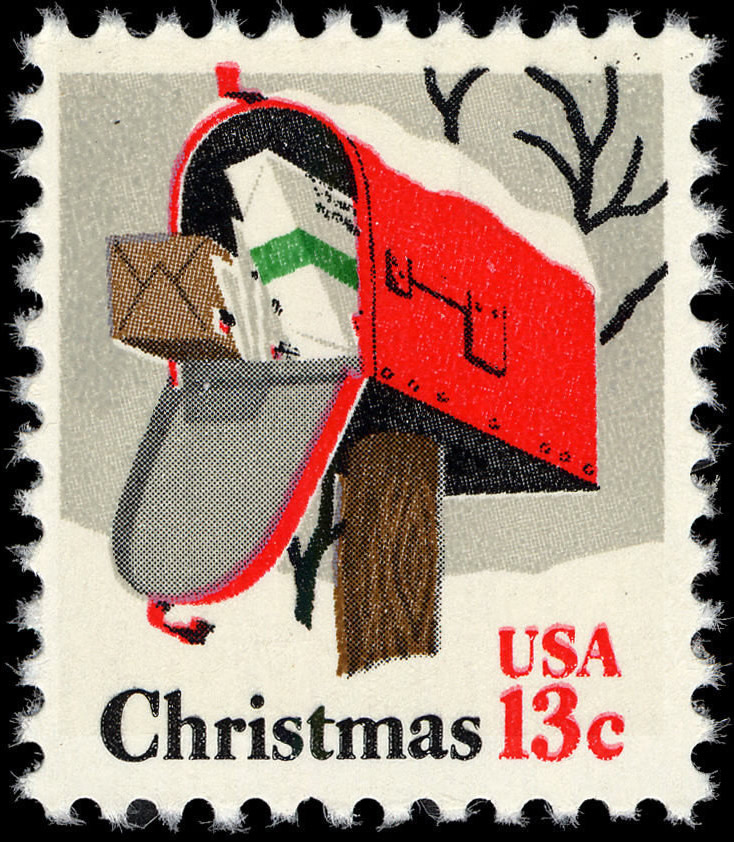
Een brievenbus met kerstcadeaus en kerstkaarten met kerstwensen op een kerstpostzegel uit Verenigde Staten, 1977
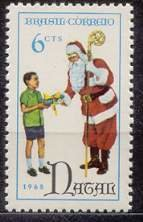
Een jongen krijgt zijn kerstcadeau van de Kerstman op een kerstpostzegel uit Brazilie, 1968
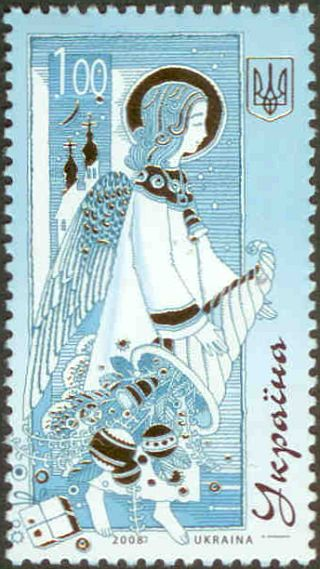
Een engel strooit met kerstcadeaus op een kerstpostzegel uit Oekraïne, 2008
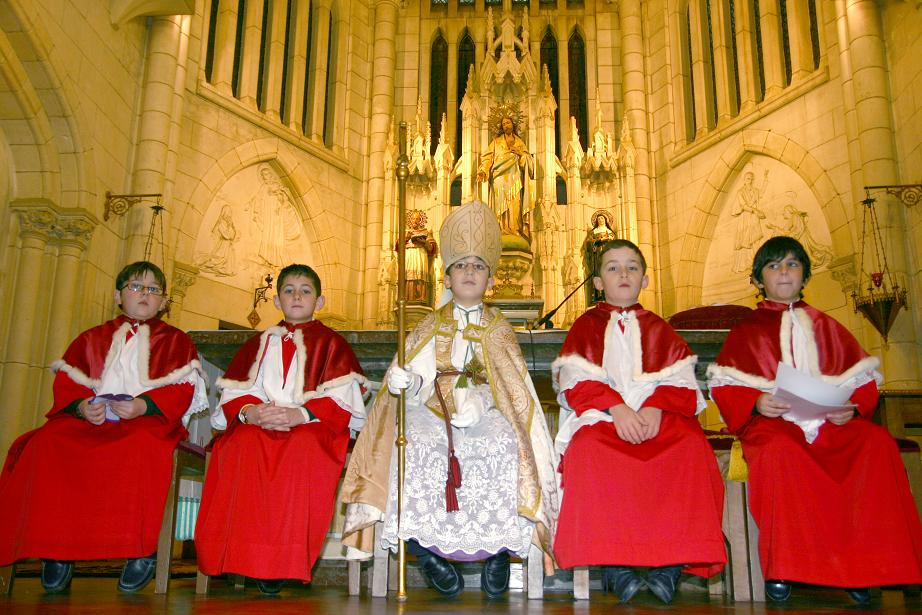
Kinderbisschop in de Katholieke Kerk, 2009
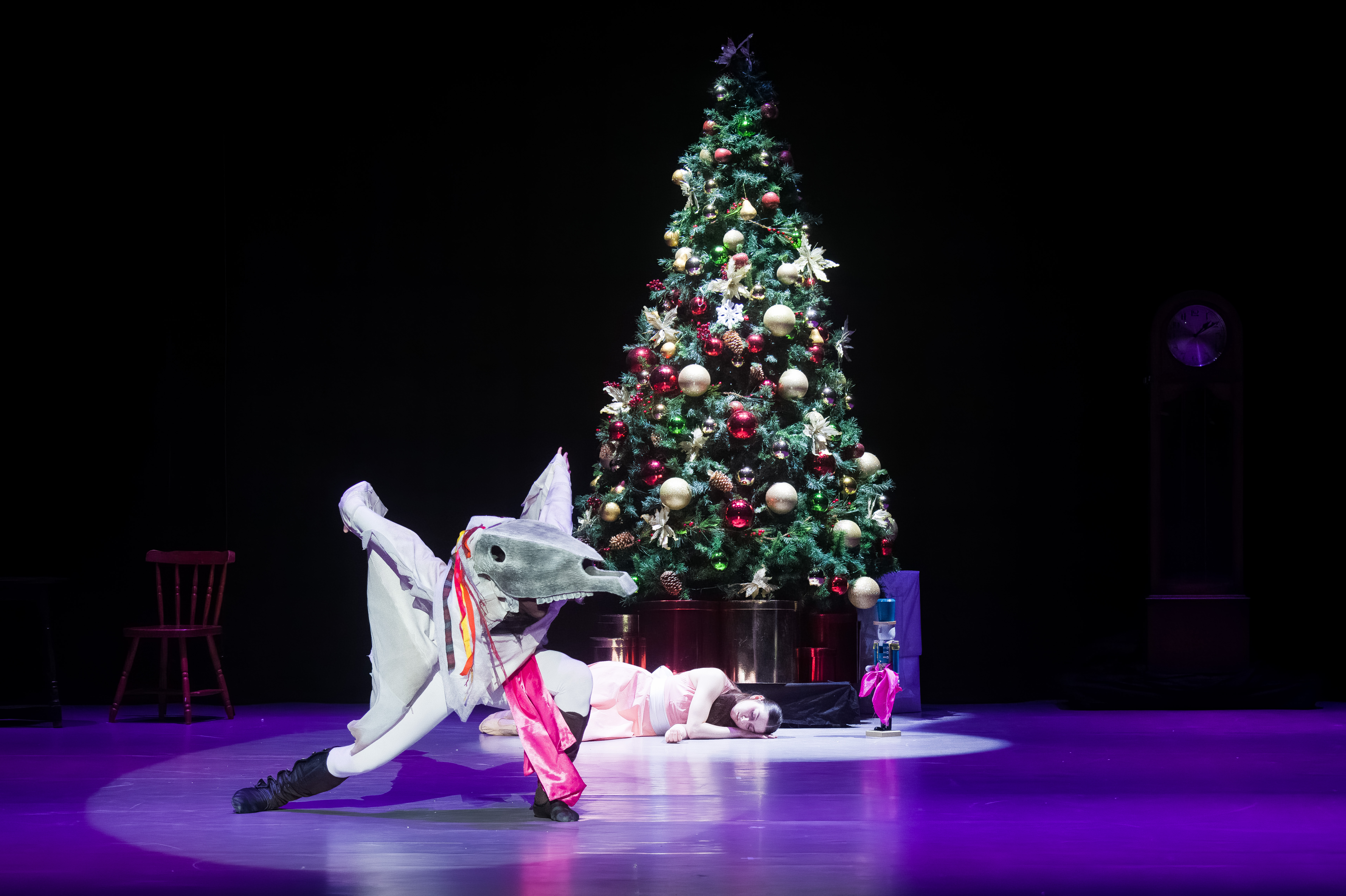
Het ballet 'De notenkraker' uit 1892 speelt rond de kerstboom en kerstgeschenken. De notenkraker wordt om deze reden wereldwijd rond Kerstmis uitgevoerd.
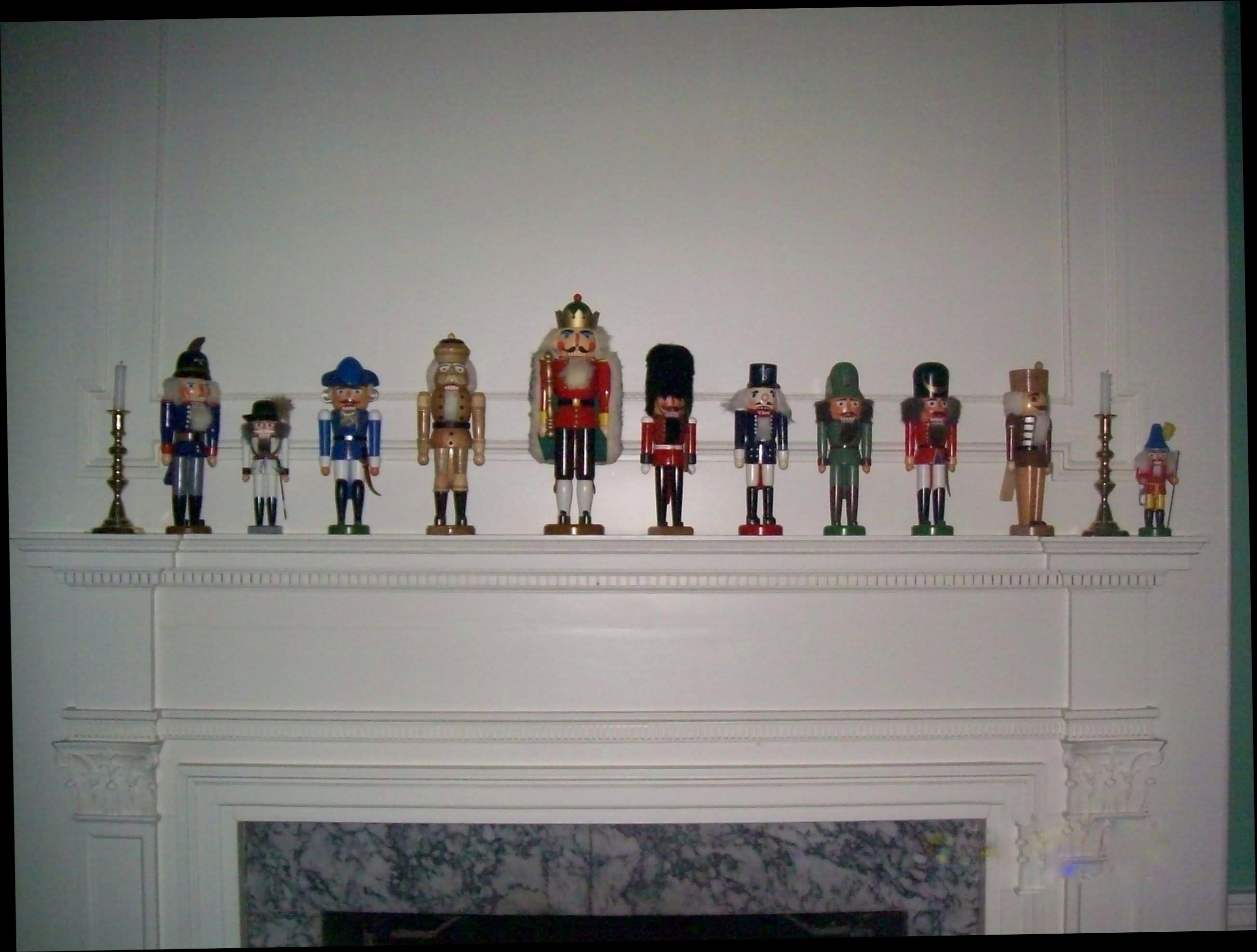
Notenkrakers als kerstversiering; notenkrakers zijn een symbool van geluk in Duitsland
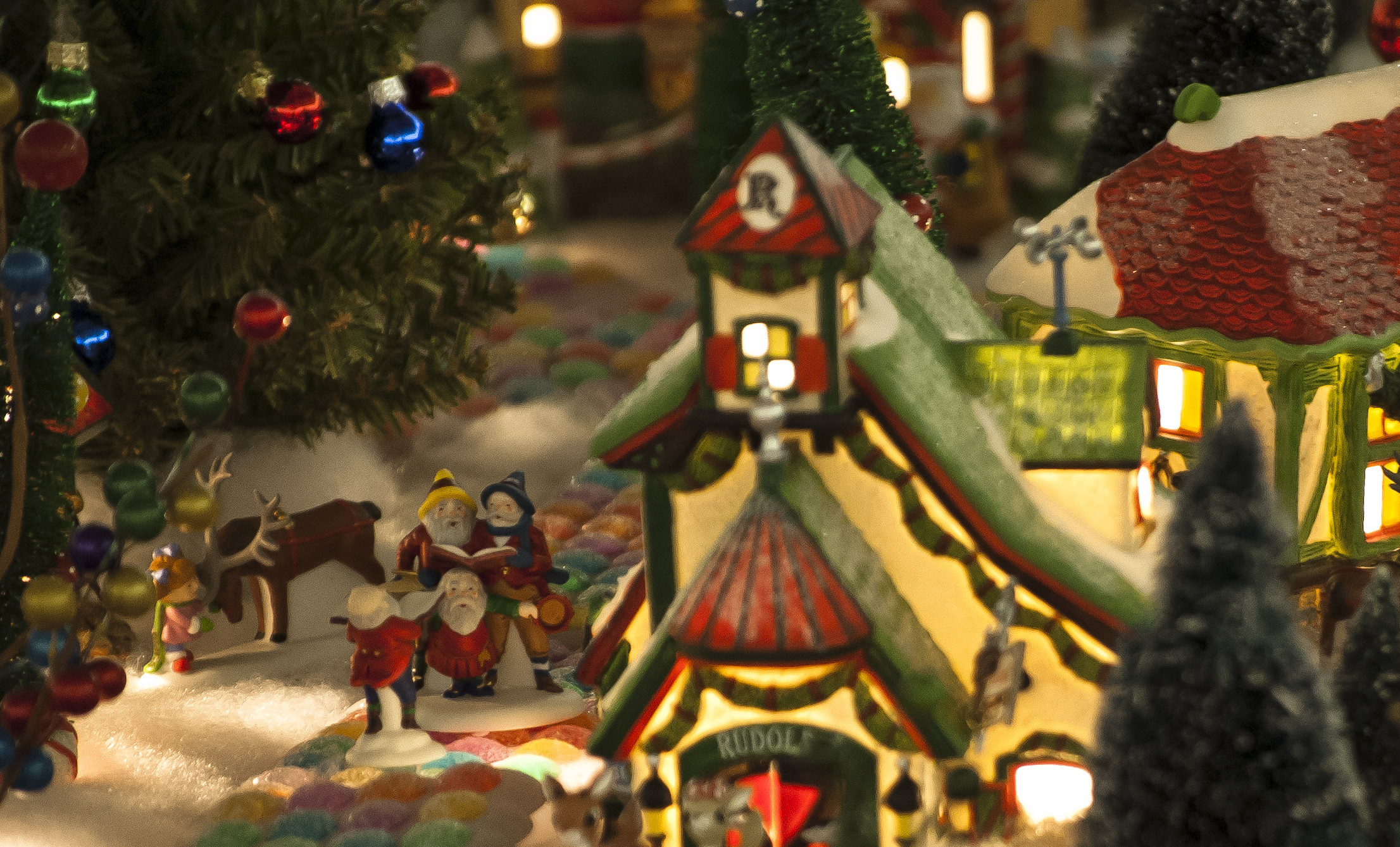
Carolers (een groep mensen die kerstliederen zingt en langs de huizen gaat) in een kerstdorp is een veelvoorkomende kerstversiering
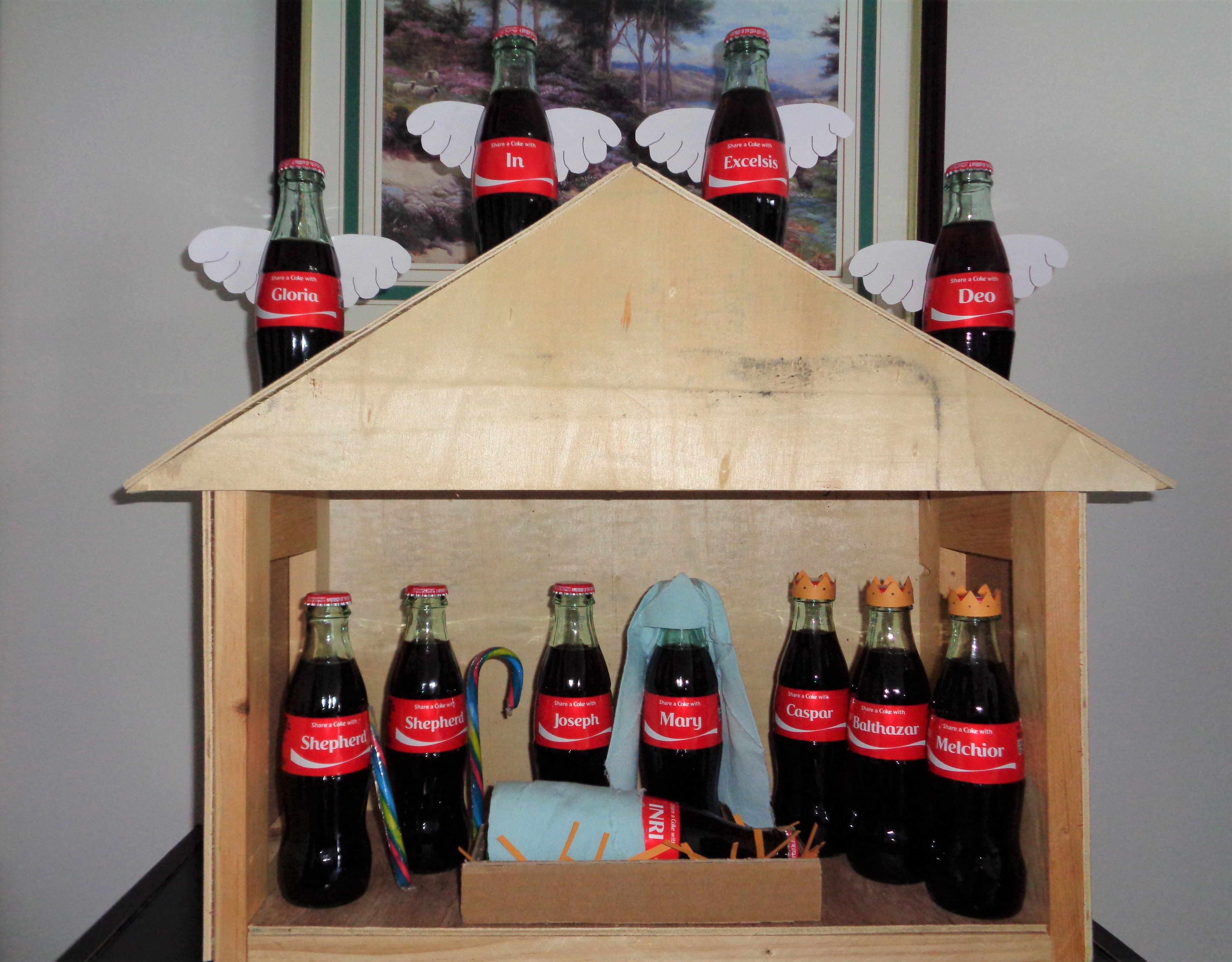
Veel bedrijven spelen in op de kerstperiode; een kerststal gemaakt met gepersonaliseerde Coca-Cola-flessen

## Wel/geen nationale feestdag

Op deze wereldkaart is aangegeven in welke landen kerst niet een feestdag is op 24 of 25 december of 6 of 7 januari

Eerste kerstdag, en in sommige gevallen ook kerstavond en tweede kerstdag, worden door veel nationale overheden en culturen over de hele wereld erkend; ook in regio's waar het christendom een minderheidsreligie is. In sommige niet-christelijke regio's introduceerden perioden van voormalige koloniale overheersing de viering (bijv. Hong Kong); in andere landen hebben christelijke minderheden of buitenlandse culturele invloeden de bevolking ertoe aangezet het feest te vieren.
Samen met Pasen is Kerstmis een van de belangrijkste periodes op de christelijke kalender. Kerstmis is bovendien vaak nauw verbonden met andere christelijk getinte feestdagen in deze tijd van het jaar, zoals Advent, het feest van de Onbevlekte Ontvangenis, het Sinterklaasfeest, Sint-Stefanusdag, Oudejaarsavond en Driekoningen.
Veel regeringen erkennen eerste kerstdag als een officiële feestdag, terwijl anderen het symbolisch erkennen, maar niet als een officiële wettelijke viering. Kerstmis wordt niet als een officiële feestdag beschouwd in Afghanistan, Algerije, Azerbeidzjan, Bahrein, Bhutan, Cambodja, China (behalve Hong Kong en Macau), de Comoren, Iran, Israël, Japan, Koeweit, Laos, Libië, de Malediven, Mauritanië, Mongolië, Marokko, Noord-Korea, Oman, Qatar, de Sahrawi Arabische Democratische Republiek, Saoedi-Arabië, Somalië, Tadzjikistan, Thailand, Tunesië, Turkije, Turkmenistan, Verenigde Arabische Emiraten, Oezbekistan, Vietnam en Jemen. 
In sommige landen waar Kerstmis geen feestdag is maar ondanks het lage percentage christenen een grote populariteit kent, zoals Japan, heeft men veel seculiere aspecten van Kerstmis overgenomen (zoals het uitwisselen van geschenken, versieringen en kerstbomen).

## Afghanistan
Kerst wordt niet gevierd in Afghanistan sinds de Taliban sinds 2021 weer aan de macht is in het land.

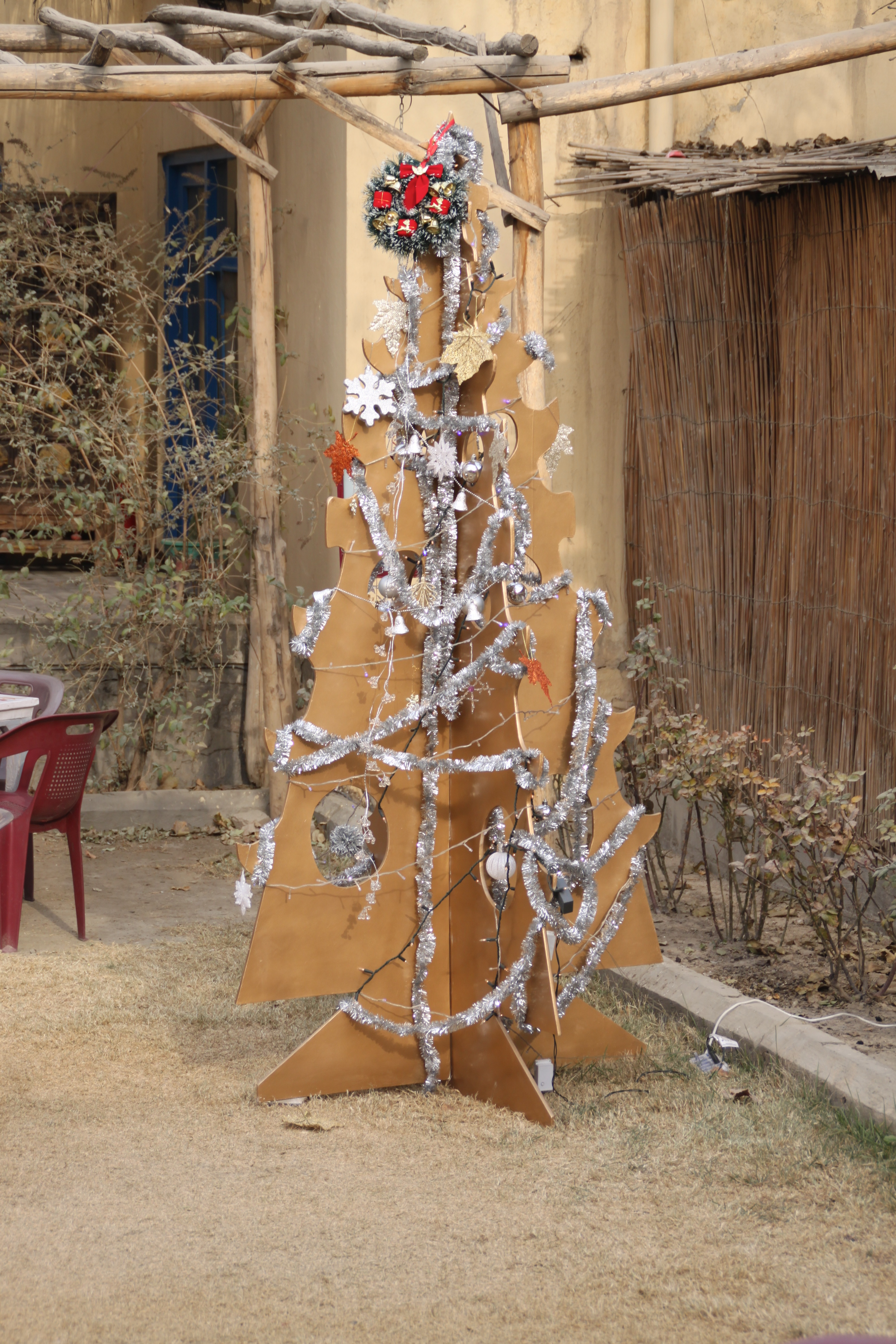
Kerstboom in een restaurant in Kabul, 19 december 2010
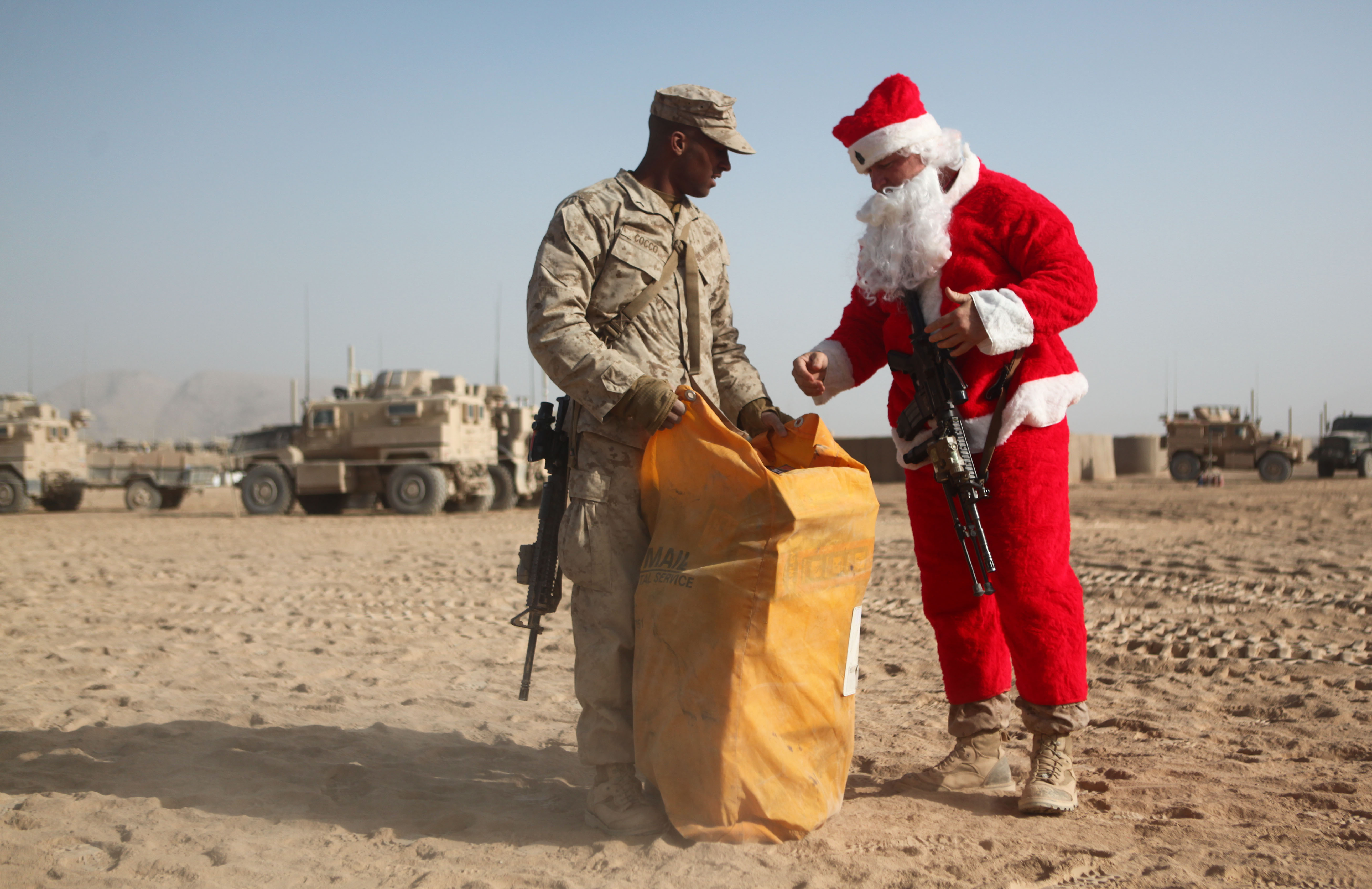
De kerstman brengt kerstcadeaus aan militairen in Afghanistan, 24 december 2011

## Albanië
Tijdens het communistisch regime in Albanië werden kerken en moskeeën grotendeels vernietigd en het beoefenen van religie was tot 1990 riskant. 
Tegenwoordig wordt 25 december door bijna iedereen in het land gevierd en kerstmis staat bekend als Krishtlindje, maar verwijzingen naar de geboorte van Jezus ontbreken in het algemeen in dit moslim-land. Er worden geen links gelegd met een christelijk feest, maar de kerstman, kerstverlichting en kerstbomen zijn onderdeel van het feest. Ook worden kerstmarkten georganiseerd.  In sommige plaatsen worden wel kerkdiensten gehouden voor het kertfeest. 
De kerstman (Babagjyshi i Vitit te Ri) komt langs op oudjaarsavond en de kerstboom staat bekend als nieuwjaarsboom, er worden feestelijke maaltijden georganiseerd waarbij kalkoen wordt gegeten. 

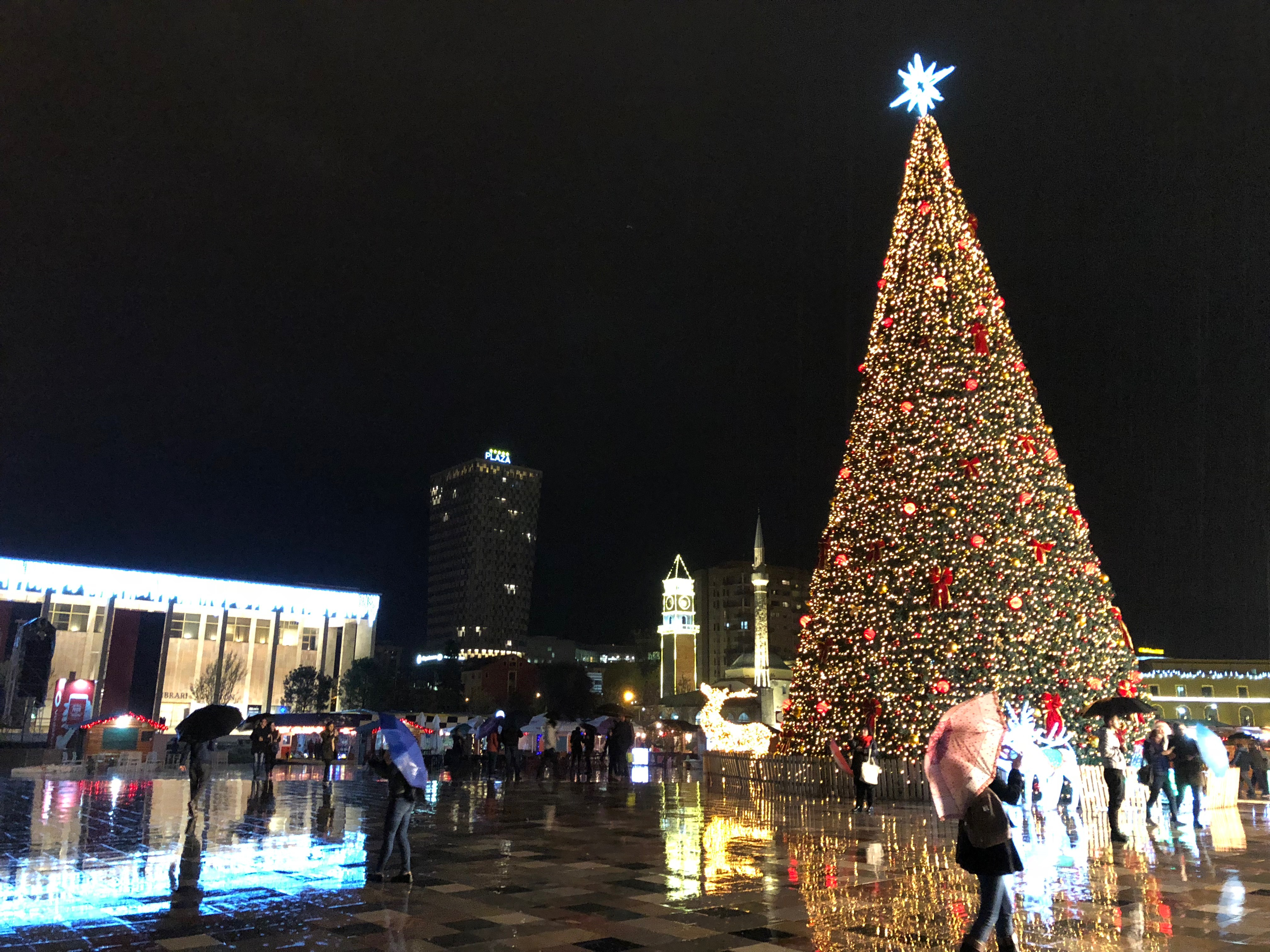
Kerstmarkt in Tirana, 2017
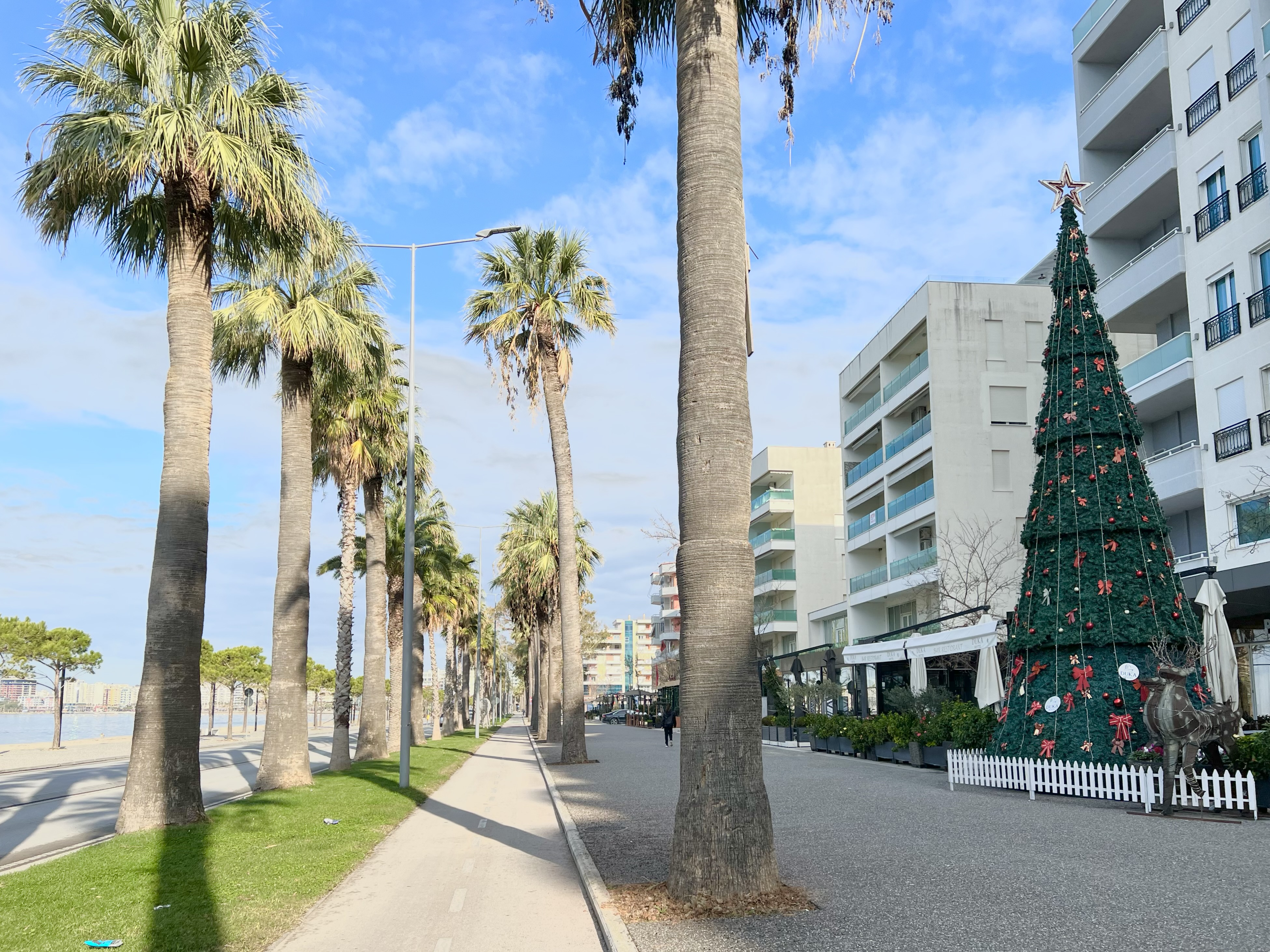
Kerstboom en palmbomen in Vlorë, 2022
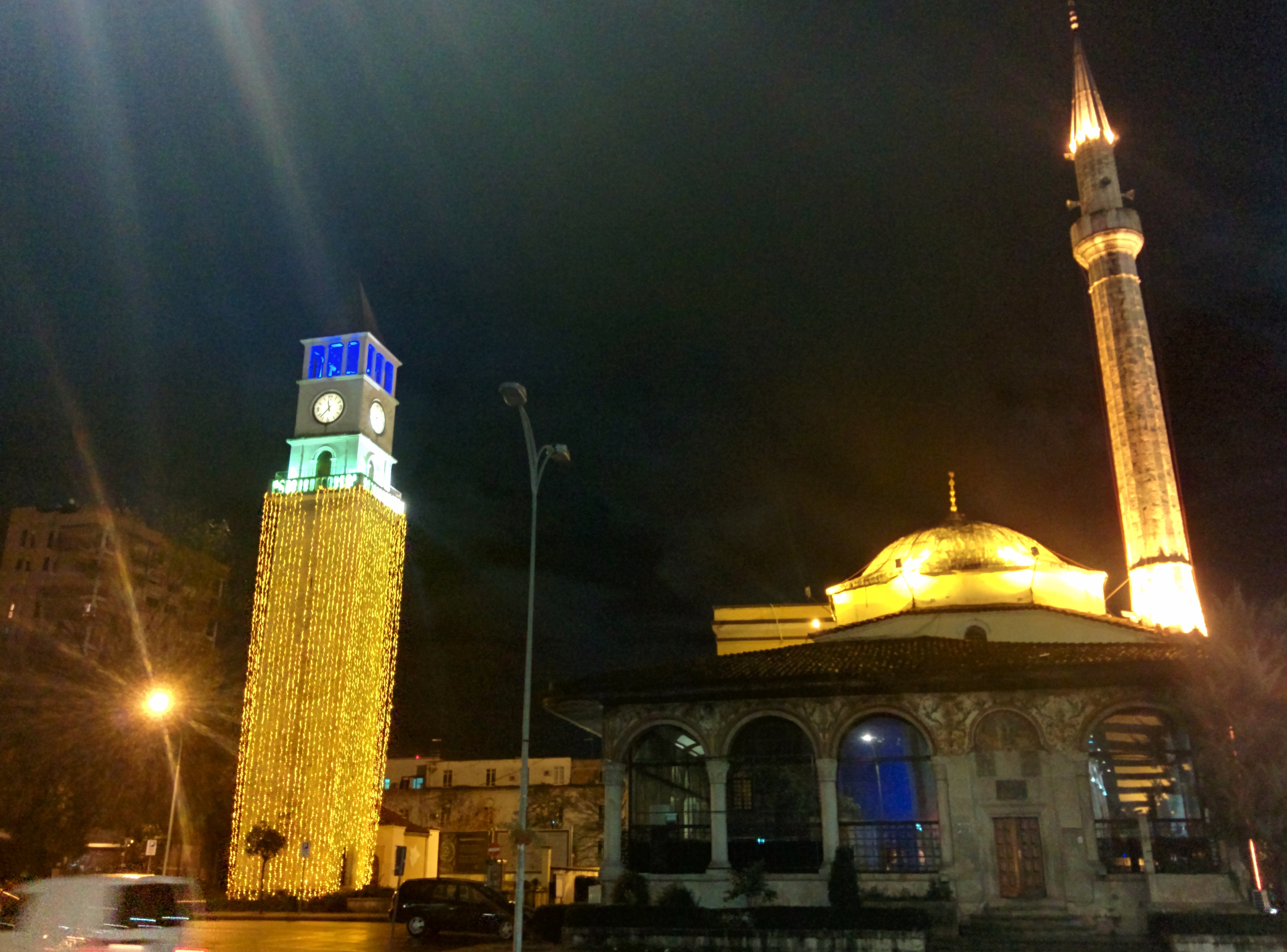
Kerstverlichting bij de en de Et'hem Bey-moskee en klokkentoren, 6 december 2014
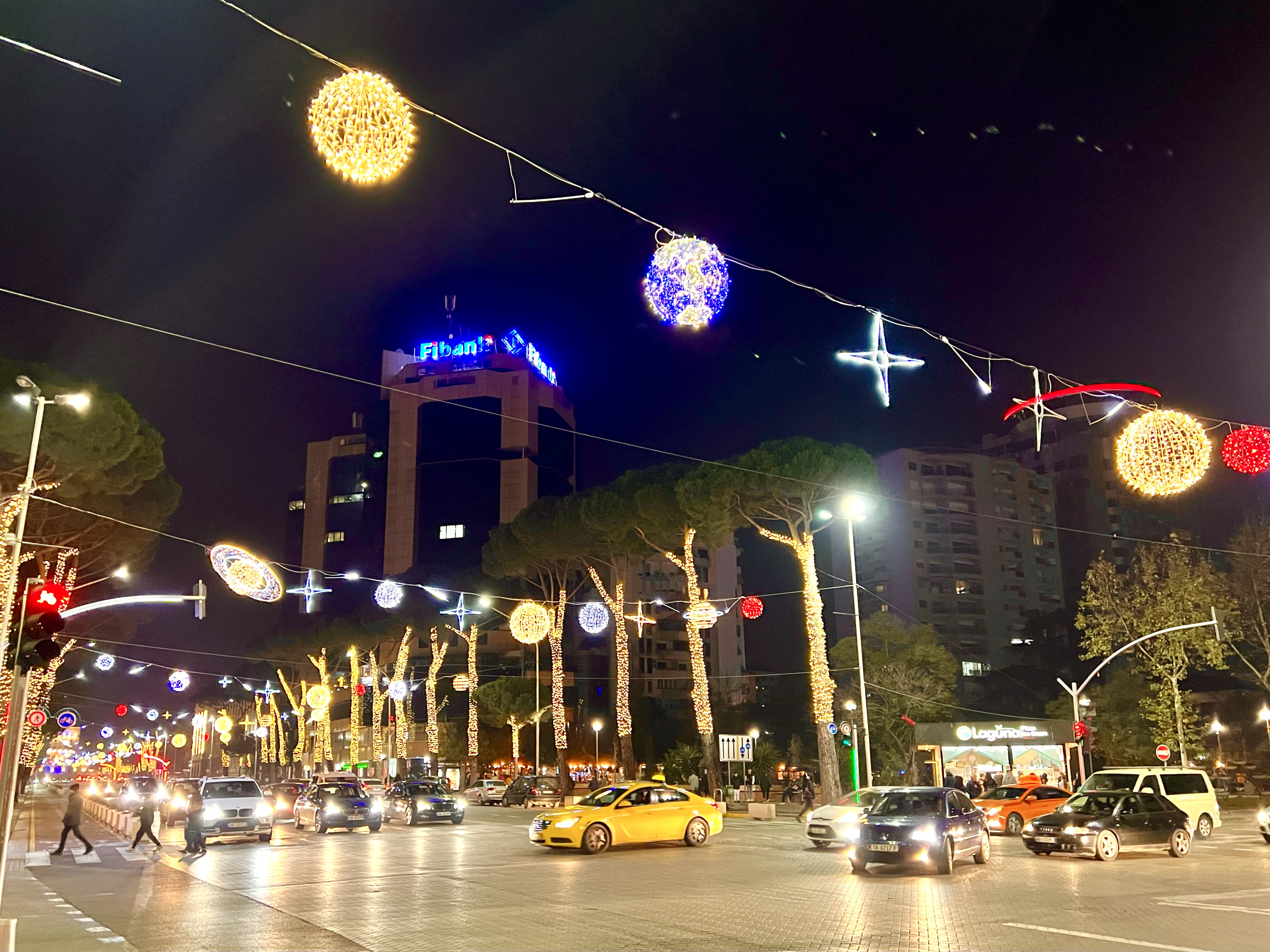
Kerstverlichting in Tirana

## Andorra

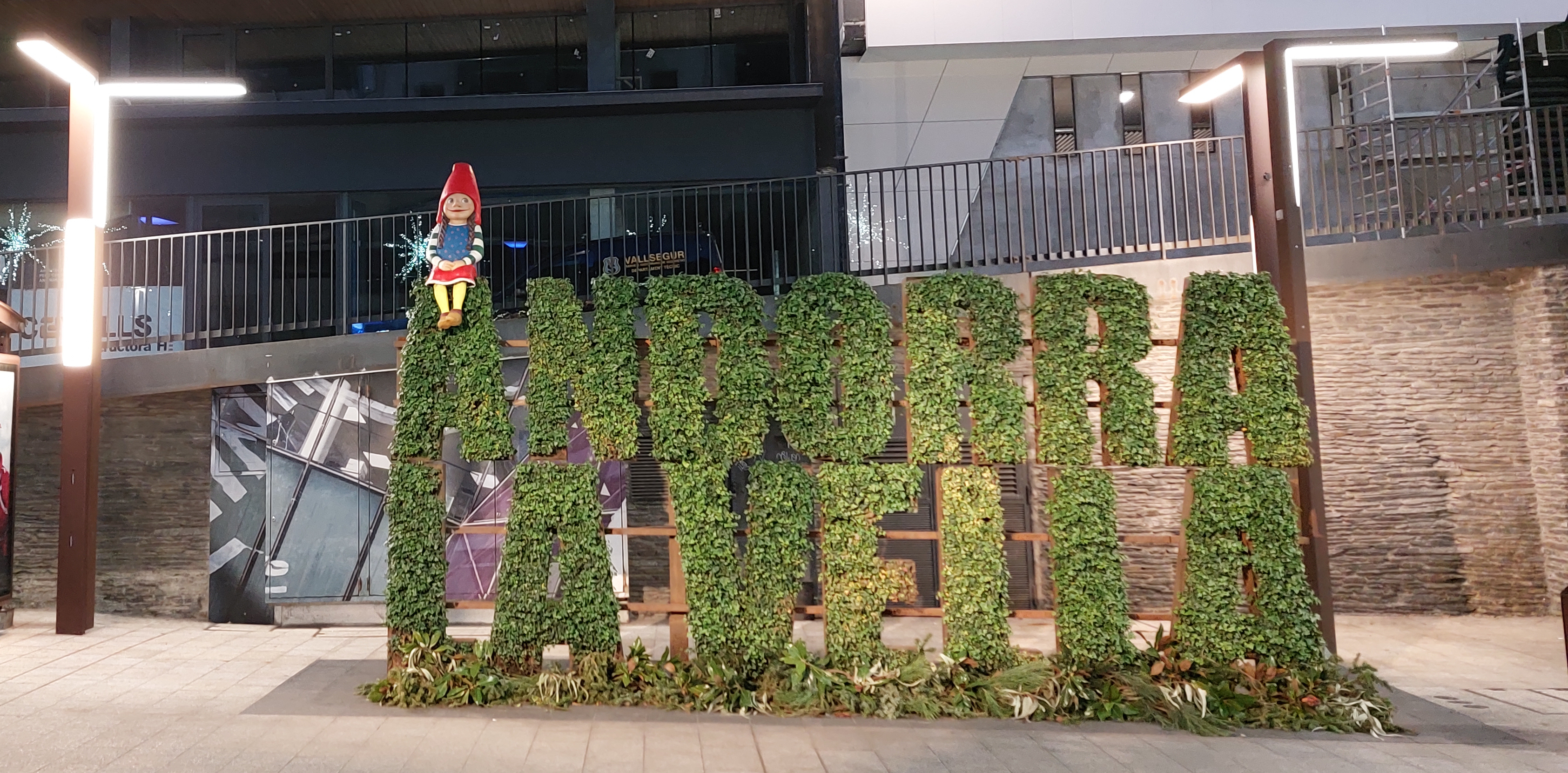
Kerstversiering bij de reclame voor de botanische tuin Andorra la Vella in Andorra
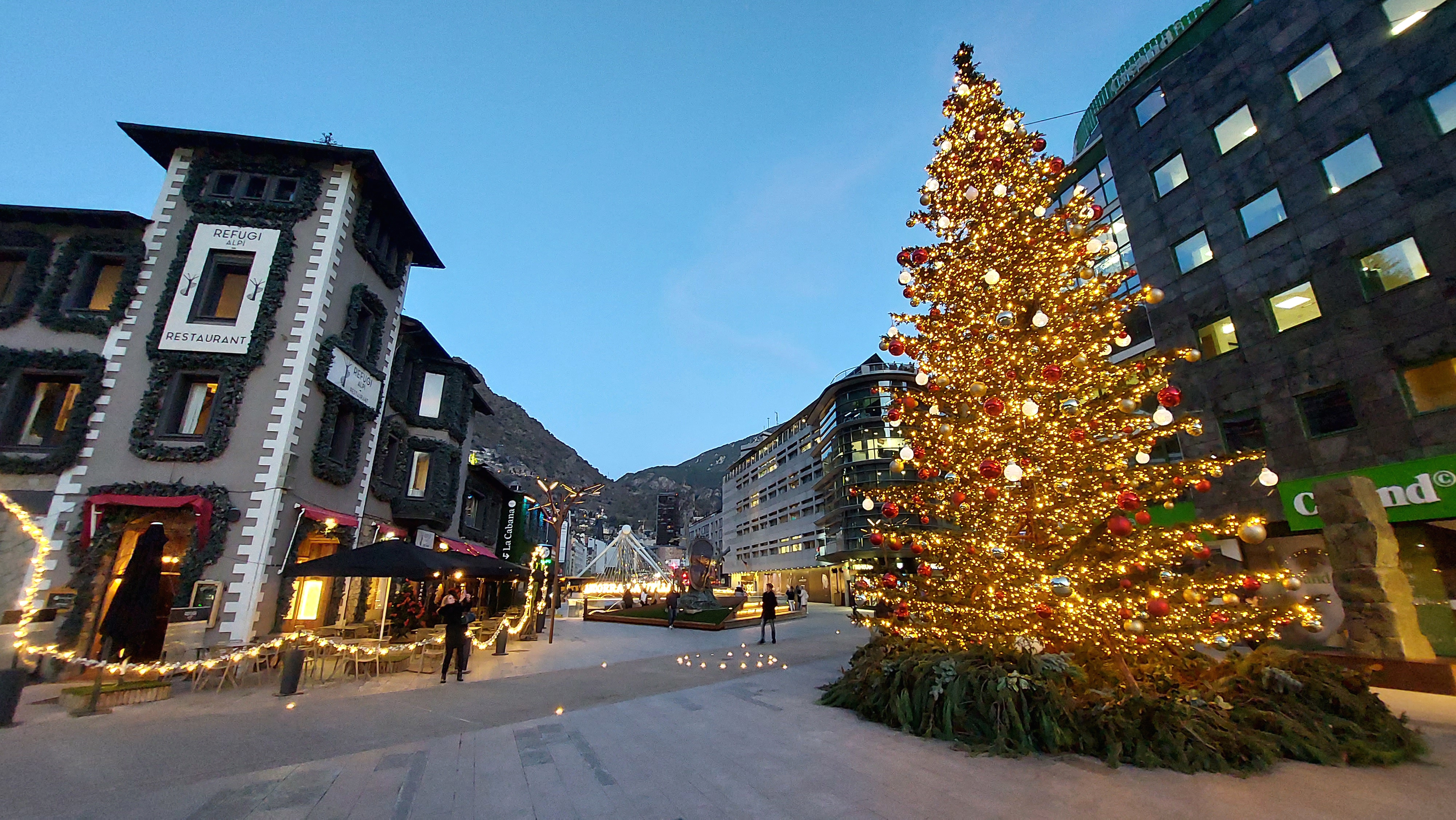
Kerstboom in Andorra la Vella op de Plaça de la Rotonda

## Antillen

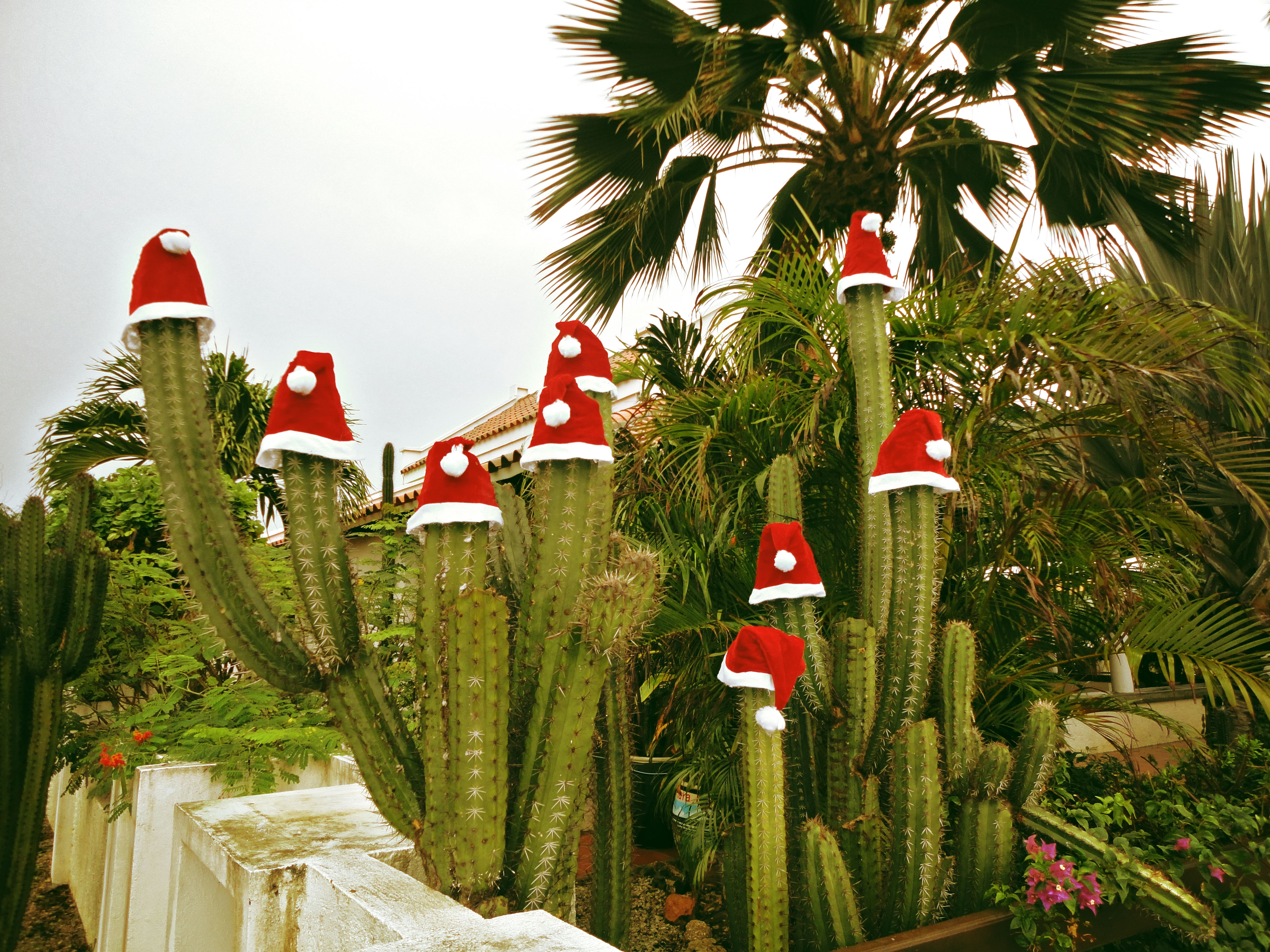
Kerstversiering op Bonaire

## Argentinië

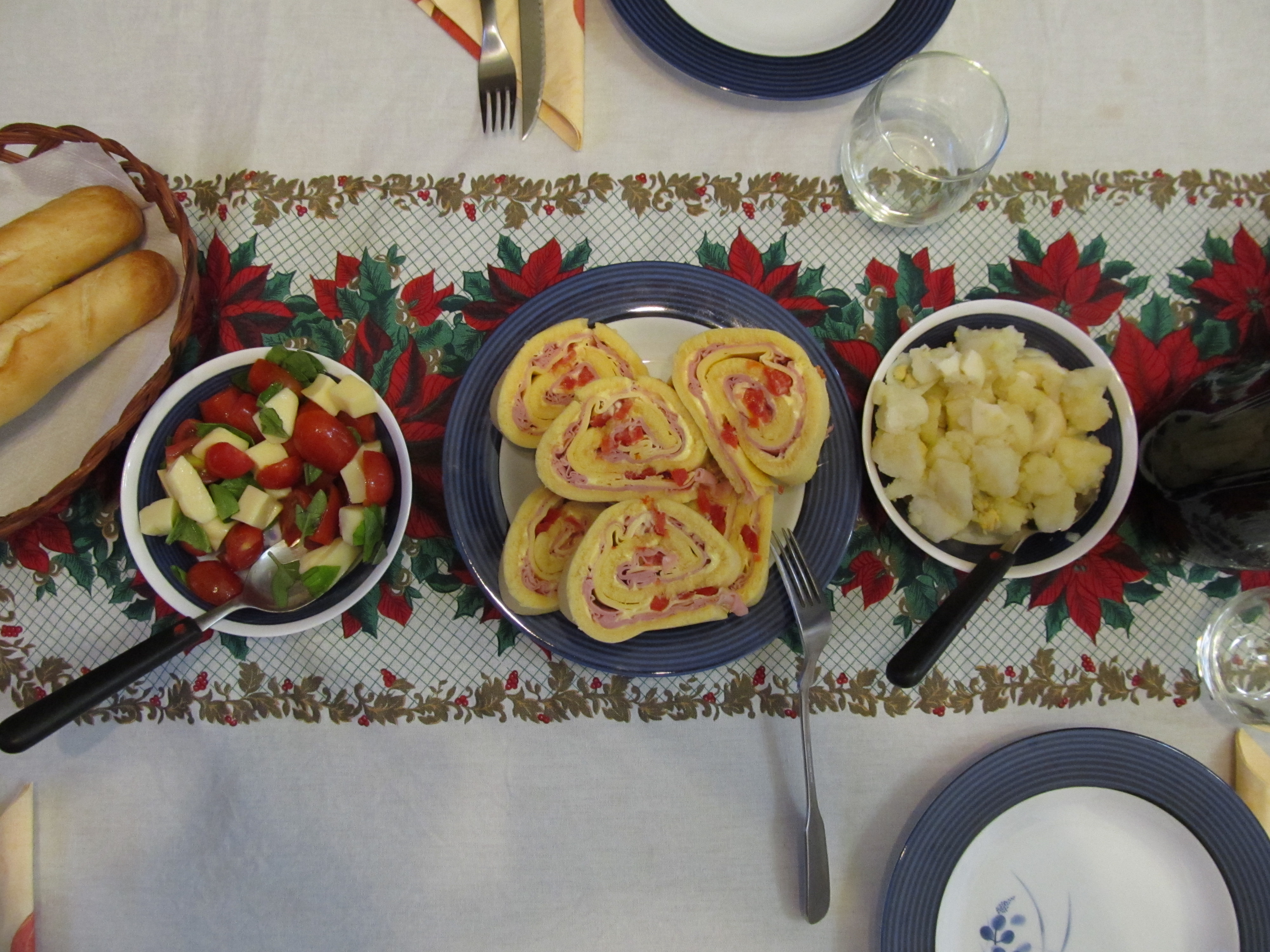
Comioda navideña (kerstdiner), Argentinië

Kerstmis wordt in Argentinië Navidad (het Spaanse woord voor "kerstmis", verwijzende naar "geboorte") genoemd.
In Argentinië ontvangen kinderen hun cadeautjes niet tijdens de Kerstdagen, maar op Driekoningen. Ze laten hun schoenen onder hun bed staan om door de drie wijze mannen (op weg naar Bethlehem) met snoep te worden gevuld.

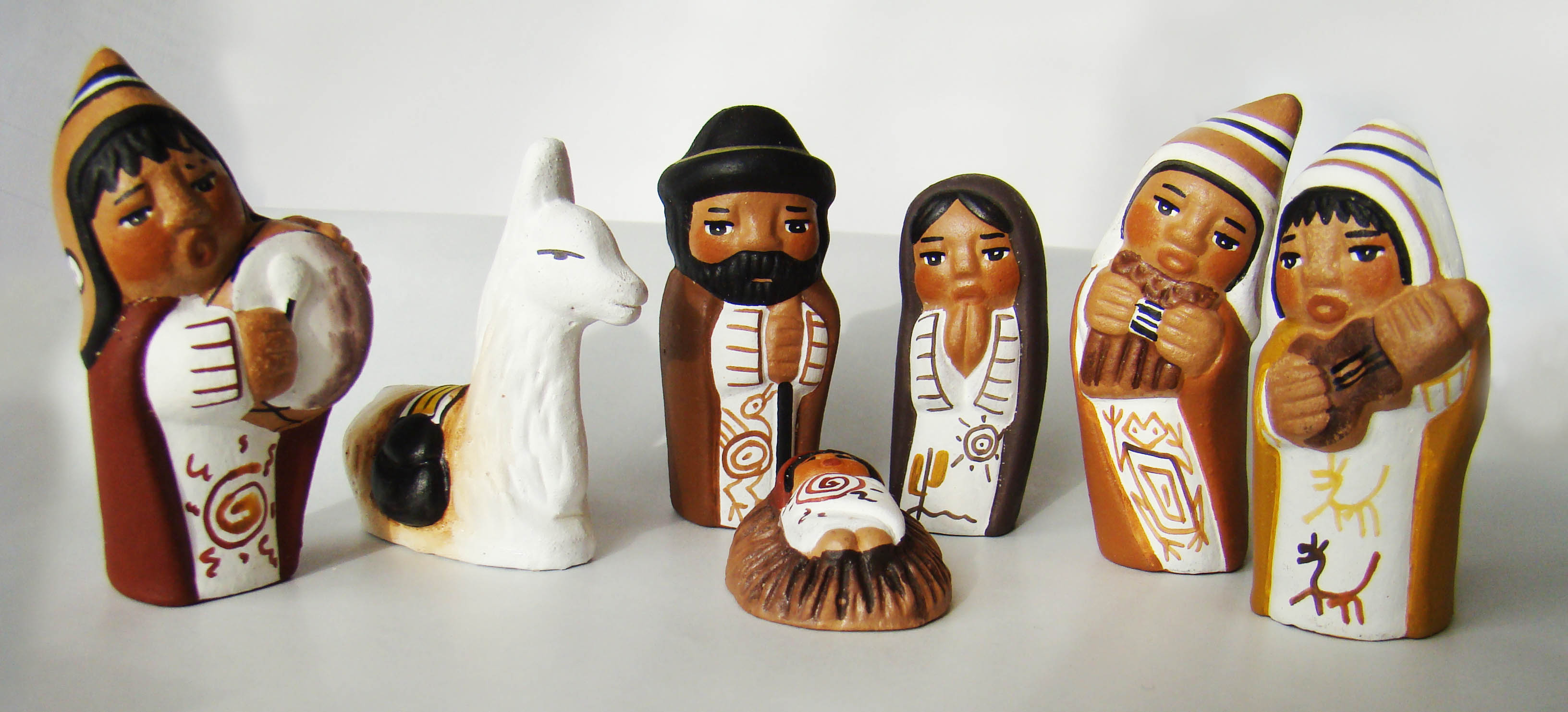
Kerststal van klei met een lama, 2010
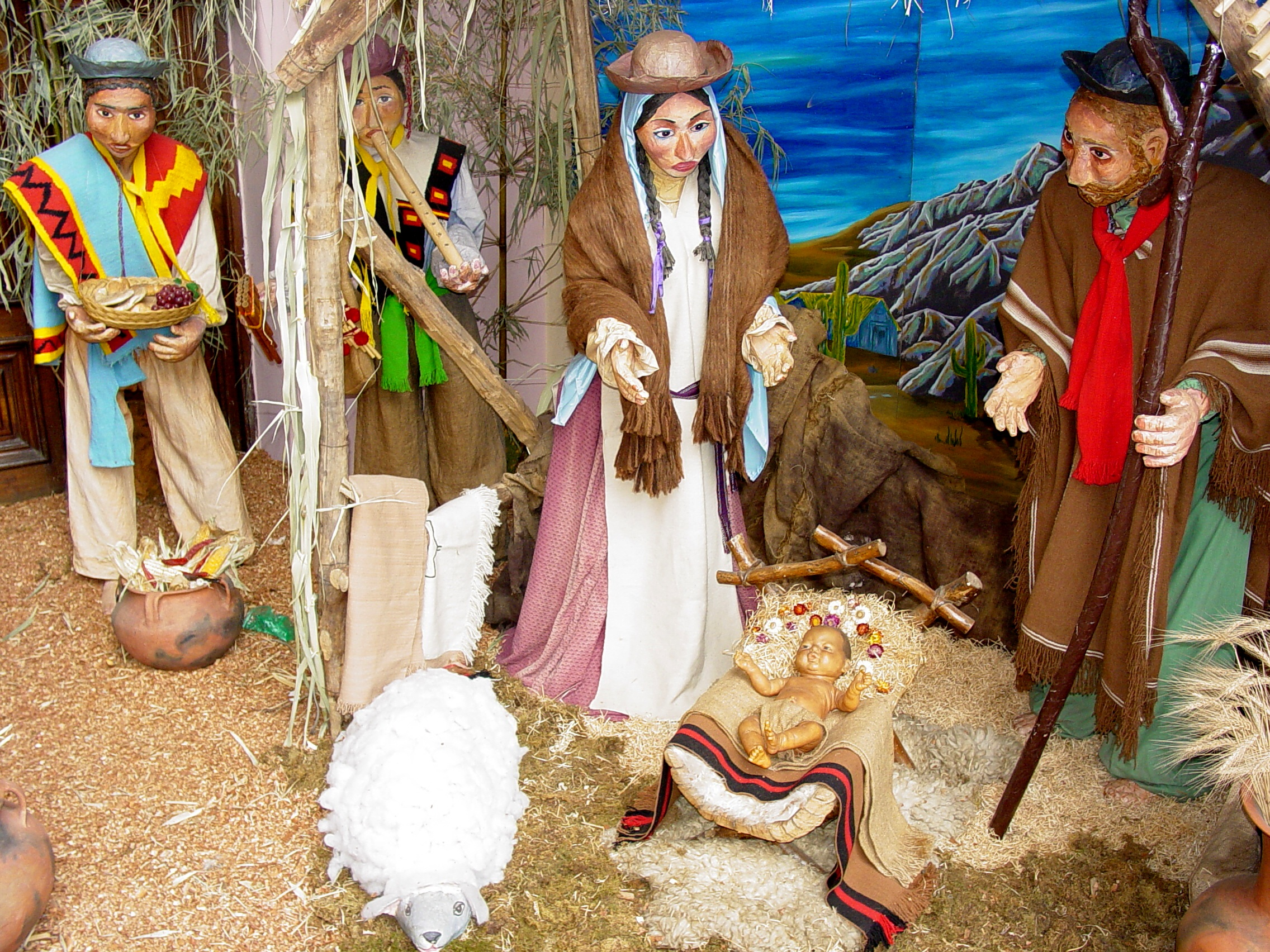
Kerststal, 2003
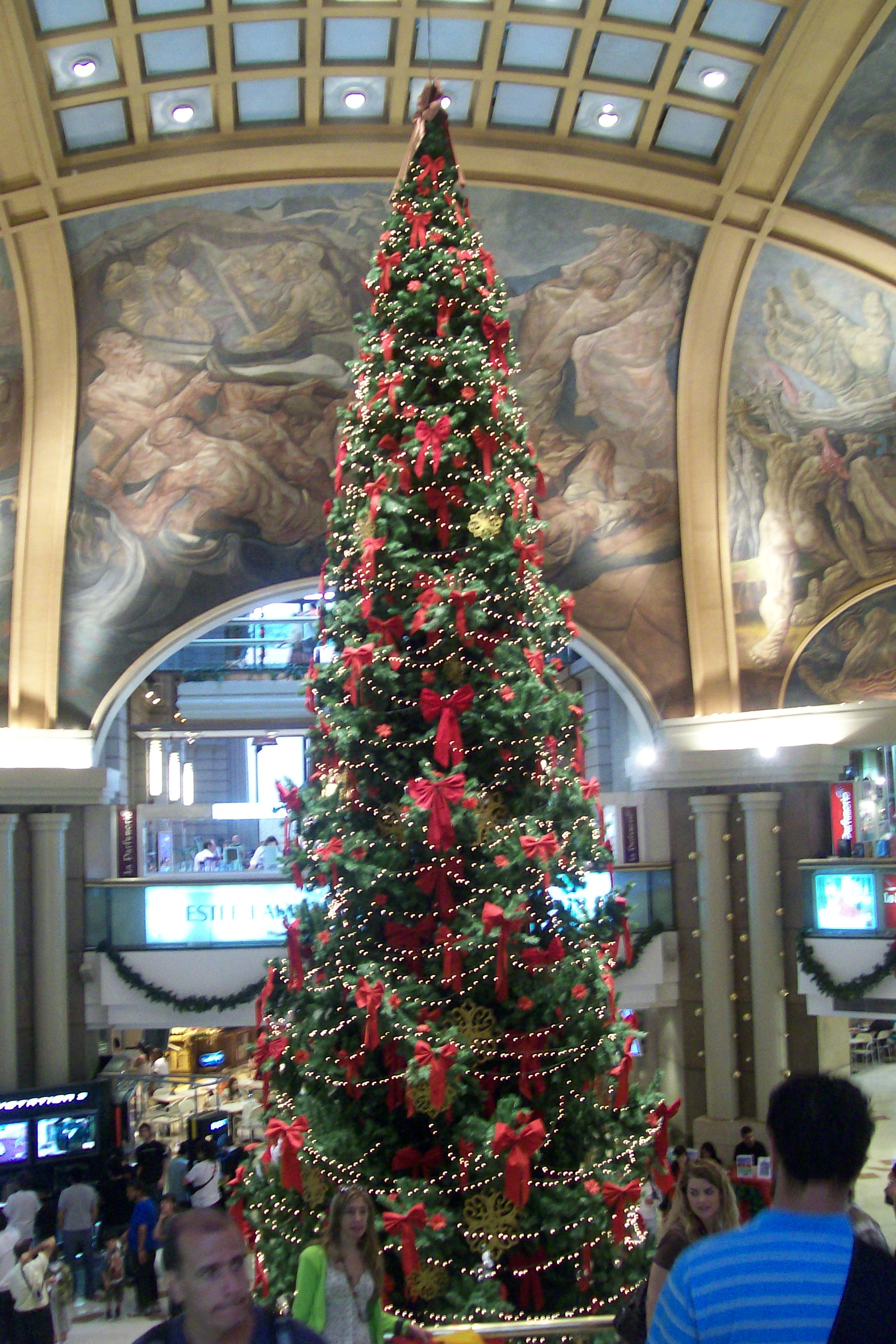
Árbol de navidad in Galerías Pacífico, 2009
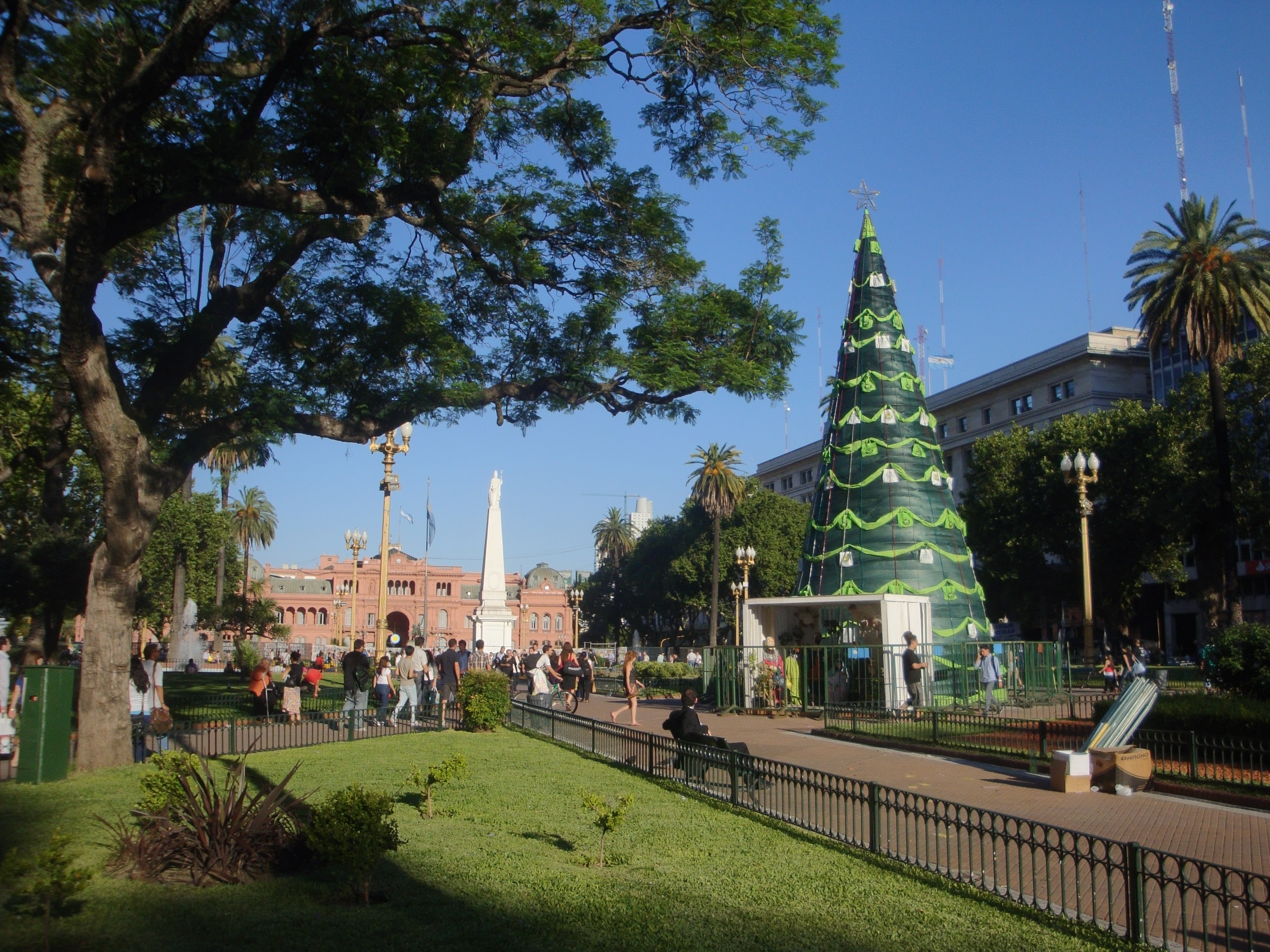
Árbol de navidad, Buenos Aires, 2012
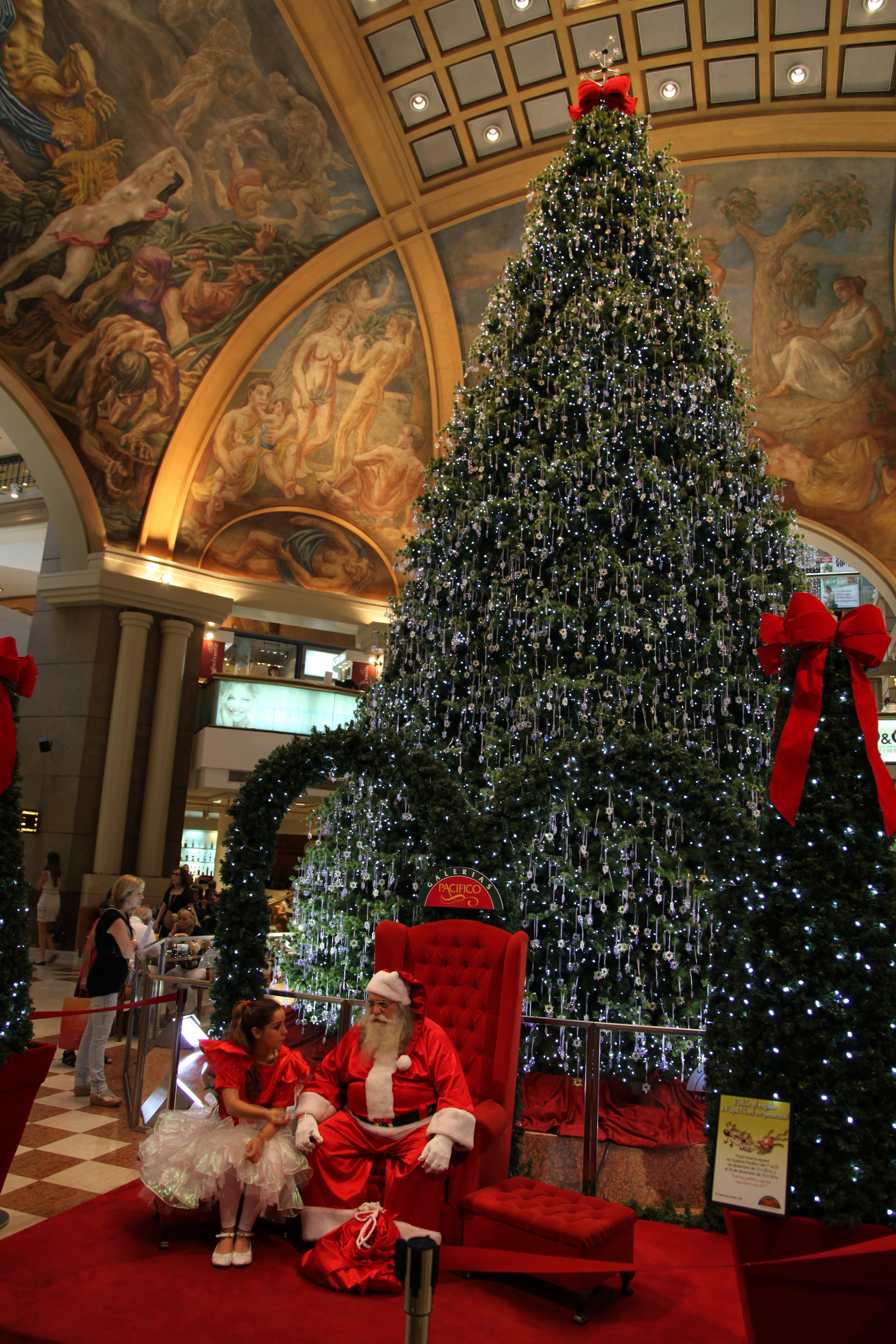
Santa Claus in Galerías Pacífico in Buenos Aires

## Armenië

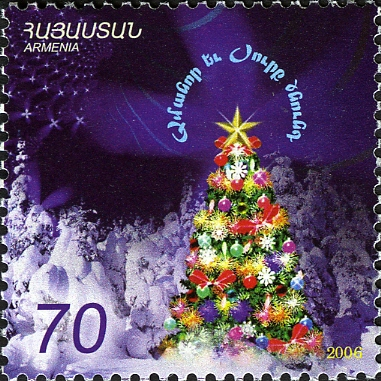
Kerstpostzegel uit Armenië
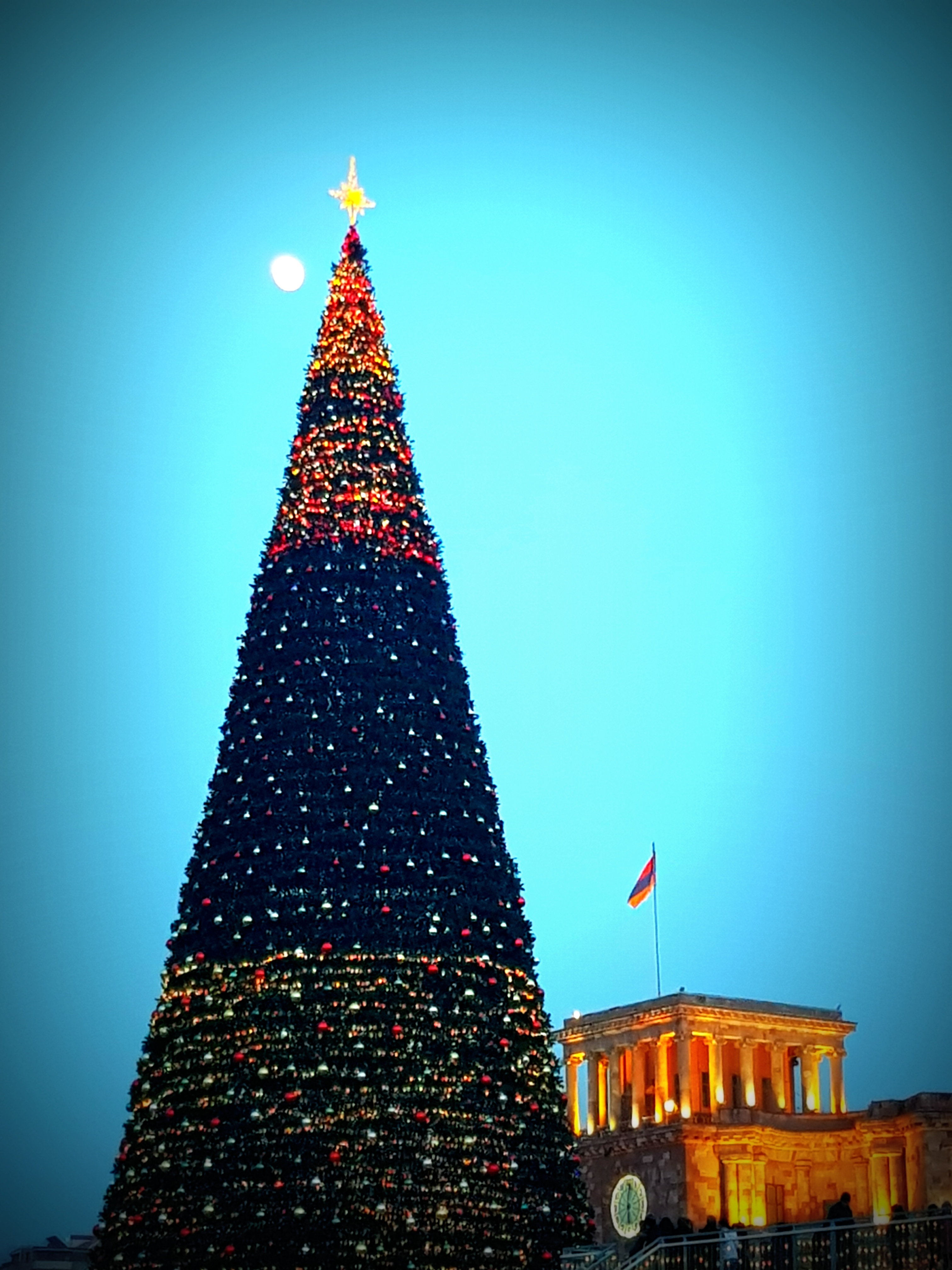
Kerstboom in Yerevan
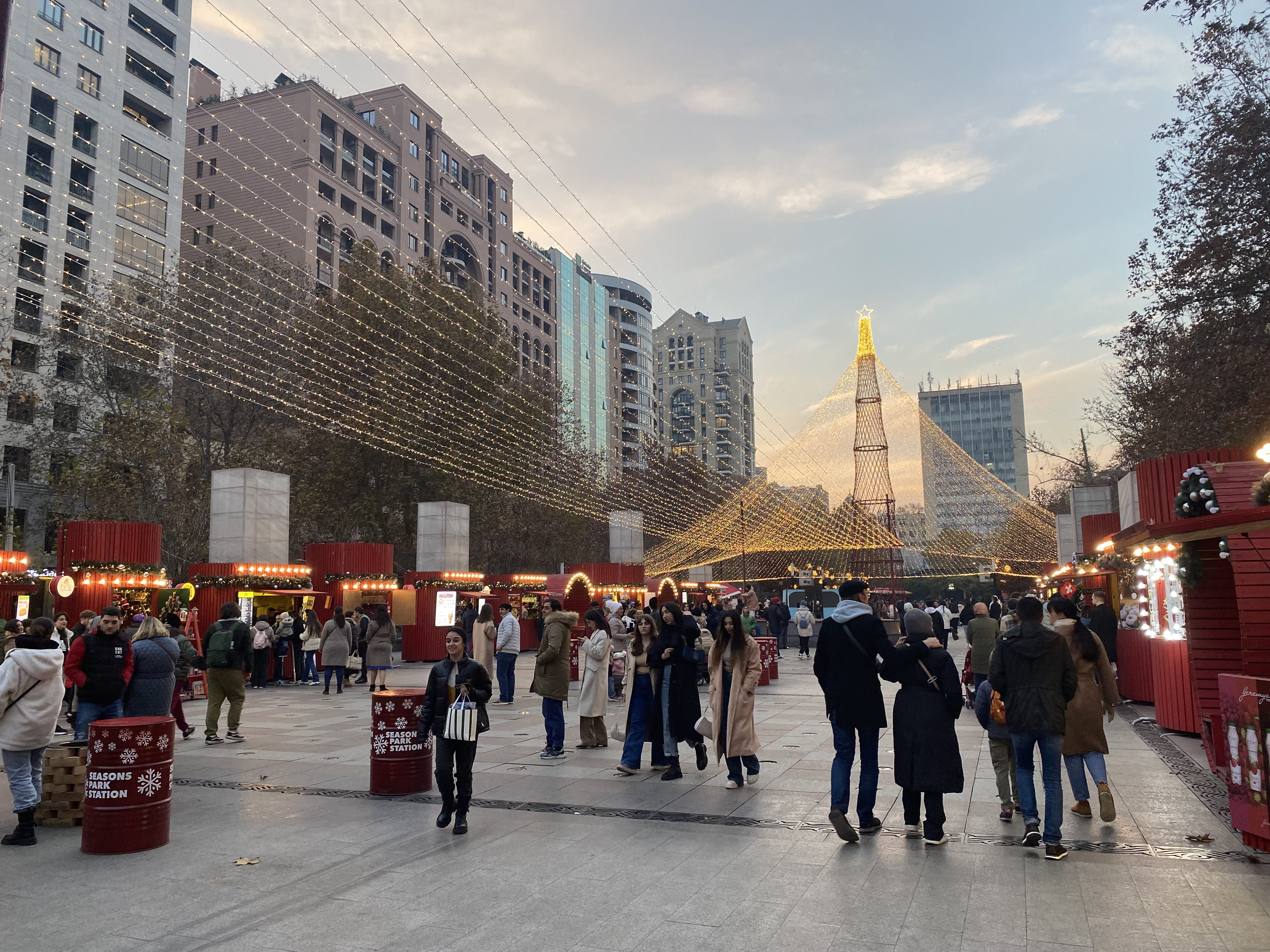
Kerstmarkt in Yerevan

## Azerbeidzjan
In Azerbeidzjan wordt de nieuwjaarsboom yolka genoemd.

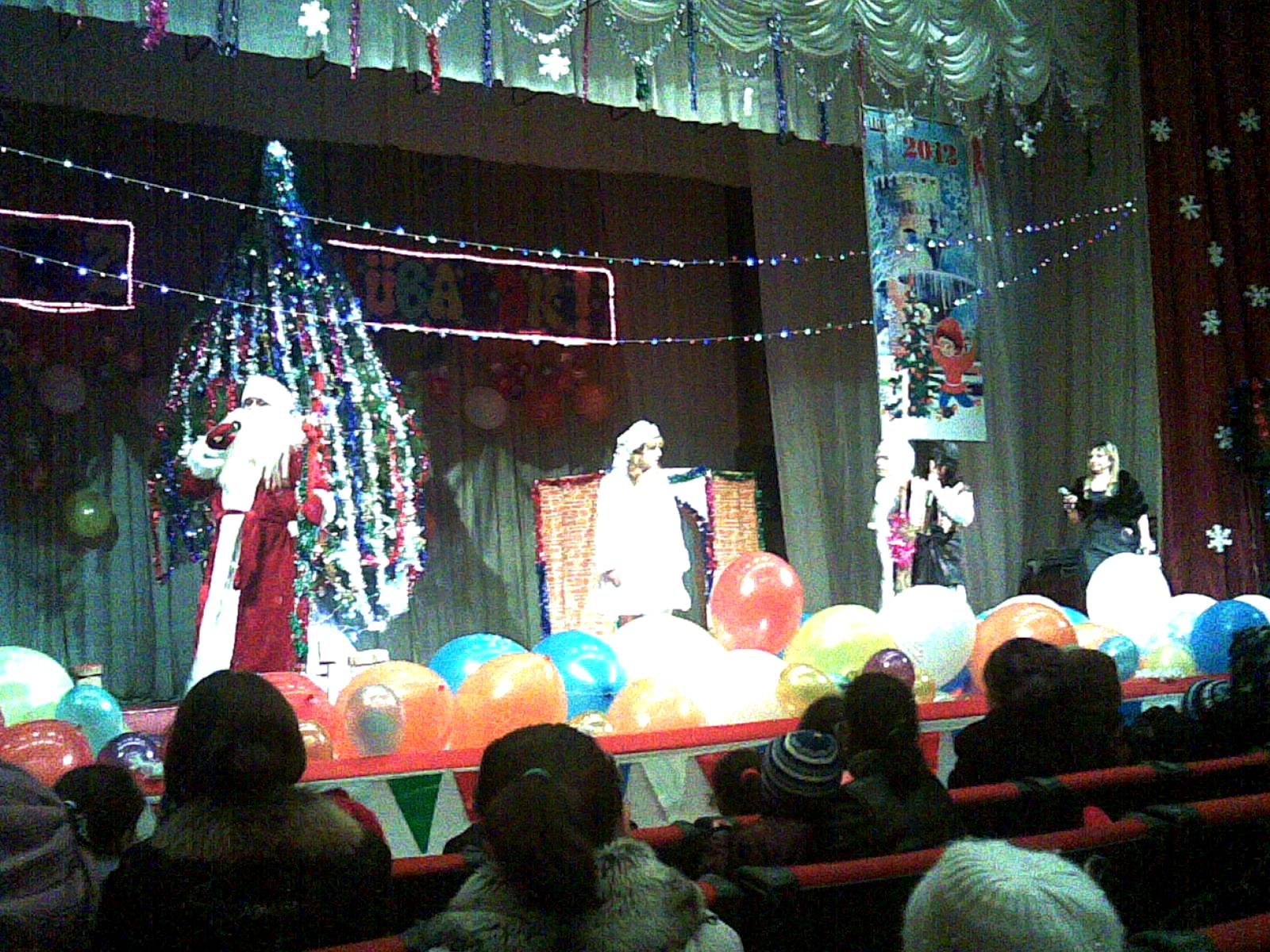
Nieuwjaarsviering, 1 januari 2012
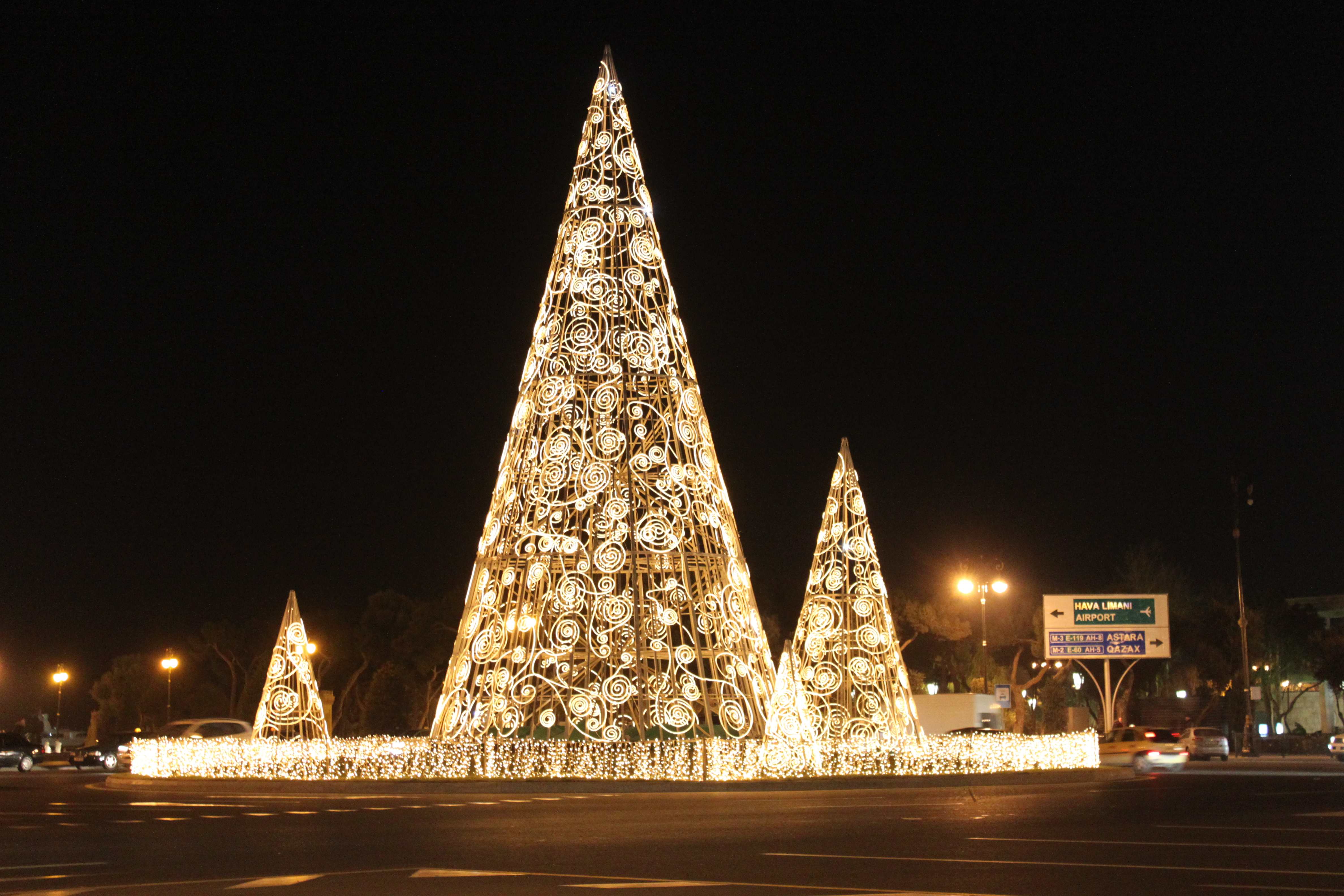
Verlichte yolka
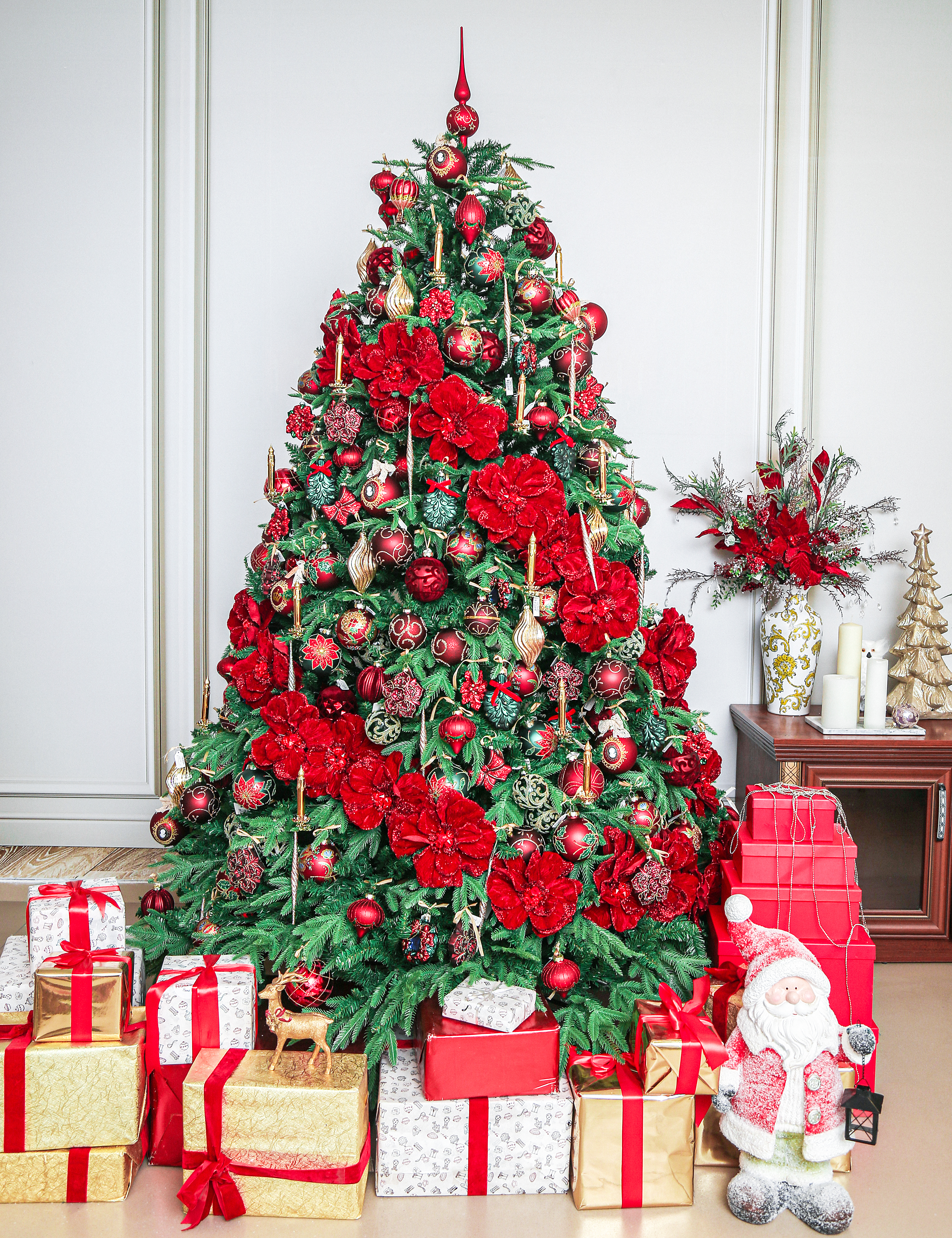
Kerstboom versierd met kunstkaarsen, bloemen en andere decoraties in Bakoe, 2022

## Australië
De Australische tradities en versieringen lijken erg op die van het Verenigd Koninkrijk en Noord-Amerika. Eerste Kerstdag en Tweede Kerstdag (25-26 december) worden in Australië erkend als nationale feestdagen en werknemers hebben daarom recht op een vrije dag met behoud van loon. Een belangrijk verschil is het klimaat: in Australië is het met Kerstmis zomer (door de ligging van dit land op het zuidelijk halfrond).
Niettemin worden ook in Australië voor het feest veelvuldig winterse taferelen gebruikt. Zo zijn er kerstoptochten, met sneeuw bedekte kersttaferelen op kerstkaarten en is de kerstman te zien met slee en rendieren. Ook worden er bekende Christmas carols gezongen, zoals Jingle Bells. Er zijn ook afbeeldingen van kersttradities die zijn afgestemd op de Australische iconografie, zoals de Kerstman die deelneemt aan activiteiten zoals surfen of met een kangoeroe wordt afgebeeld.
Vanaf november wordt kerstversiering opgehangen, zoals verlichting en lametta. Dit gebeurt in steden, bij winkelstraten en in en rondom huizen. In de grote steden worden traditioneel grote kerstbomen op centrale plaatsen neergezet, zoals in Sydney op Martin Place of in Melbourne op Federation Square. Veel bedrijven organiseren een Christmas Party in december, maar dit wordt niet tijdens de kerstdagen zelf gedaan. Veel mensen hebben namelijk vakantie tussen kerst en nieuwjaar. Ook scholen zijn gesloten door de zomervakantie.
Aan kinderen wordt verteld dat de kerstman op kerstavond langskomt en cadeautjes onder de kerstboom of in de kerstsok of zak bij de haard plaatst. Er worden lekkernijen (soms ook drank) voor de kerstman achtergelaten en de volgende ochtend worden de cadeautjes geopend.
Families komen samen om te eten. Vaak gaat het om traditionele versierde hammen, gebraden kalkoen, gebraden kip, salades en groente. Gaandeweg zijn aan het kerstdiner aanpassingen gedaan in verband met het warme weer: men eet tegenwoordig koud vlees en vis met salades. Alvorens men aan de hoofdmaaltijd begint, is er traditioneel een voorafje van Christmas crackers. In deze crackers zitten een raadseltje of 'grapje' verstopt, een papieren kroontje en een klein cadeautje. Als toetje eet men Christmas pudding, hard sauce, mincepie, trifle en Pavlovataart met vers fruit zoals bessen en kiwi. Kinderen krijgen vaak candy canes.
Er worden daarnaast grote sportevenementen gehouden zoals Sydney to Hobart Yacht Race. In Adaleide wordt de Adelaide Christmas Pageant gehouden, deze parade is de grootste in zijn soort. Tijdens deze parade kan de kerstman bezocht worden in zijn Magic Grot in het warenhuis van David Jones Limited. Ook in andere plaatsen worden parades gehouden. Een ander groot evenement is Carols by Candlelight, waarbij mensen carols zingen bij kaarslicht. Het evenement in Sidney Myer Music Bowl wordt op de nationale tv uitgezonden.
In Zuid-Australië viert men geen Boxing Day, maar Proclamation Day.

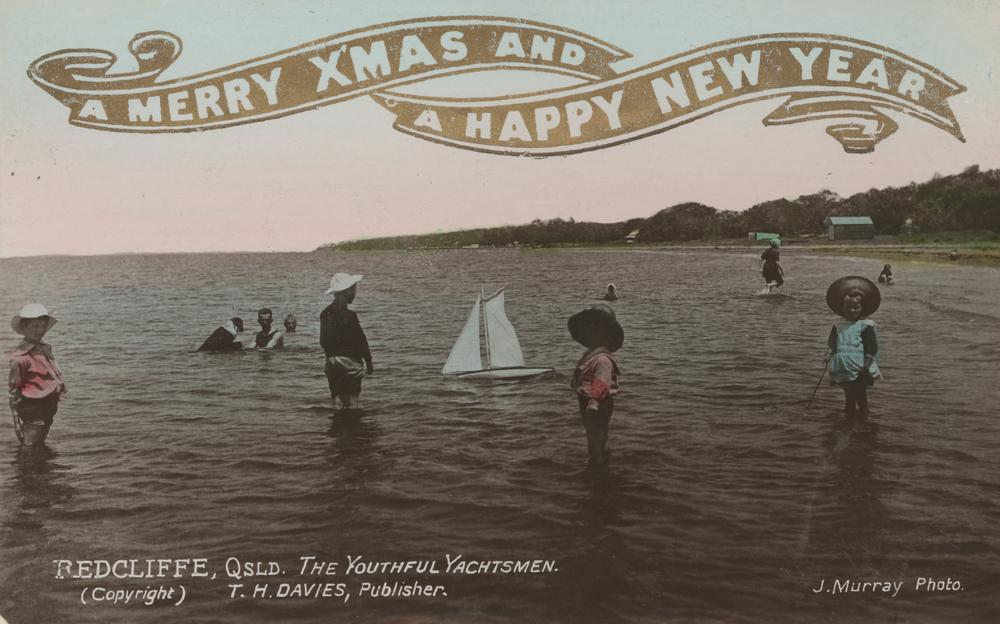
Kerstkaart met badende mensen in zee uit Queensland, ca. 1908
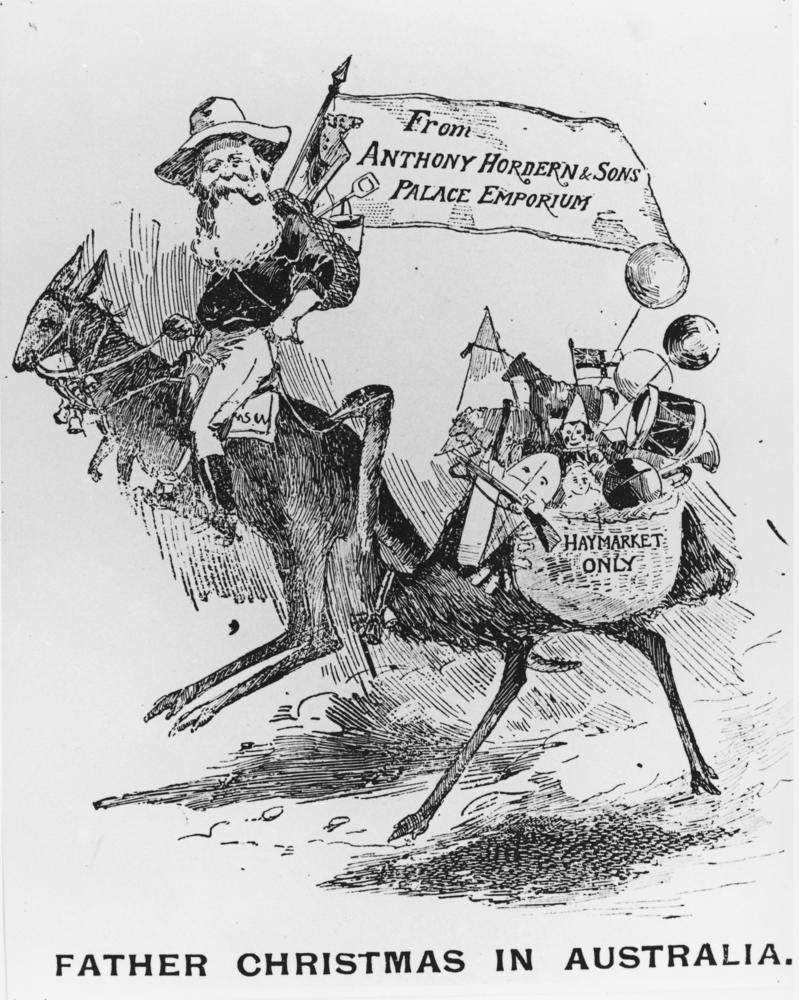
Father Christmas rijdt op een kangoeroe en een struisvogel draagt de zak met cadeautjes, State Library of Queensland, 1910
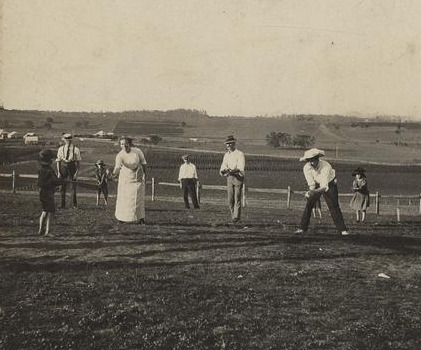
Mensen spelen rounders in Glamorgan Vale, 25 december 1913
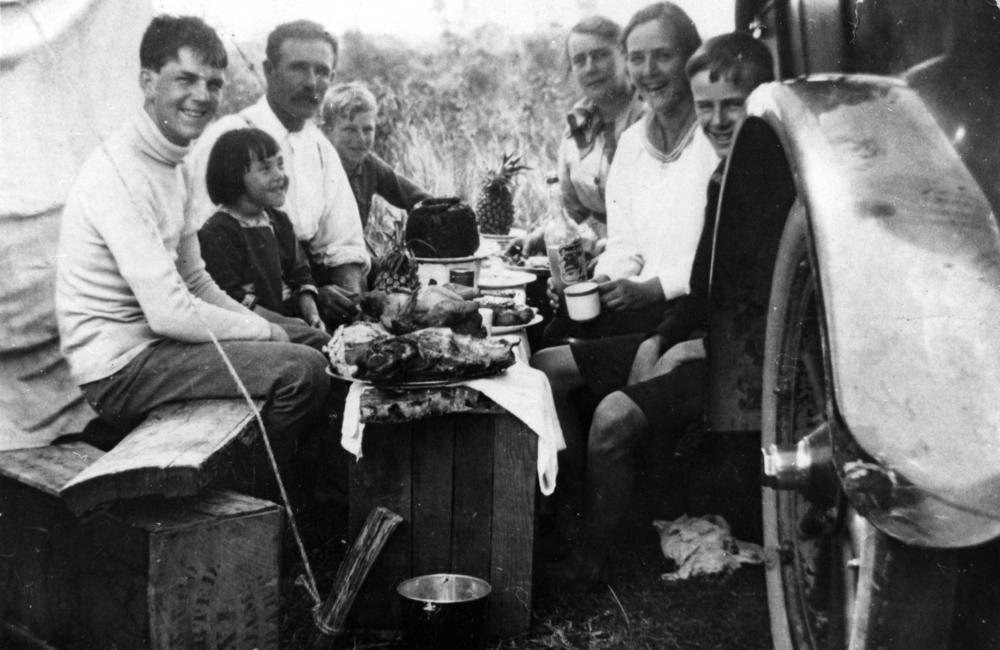
Een familie geniet buiten van een lunch voor kerstmis, Queensland, 25 december 1918
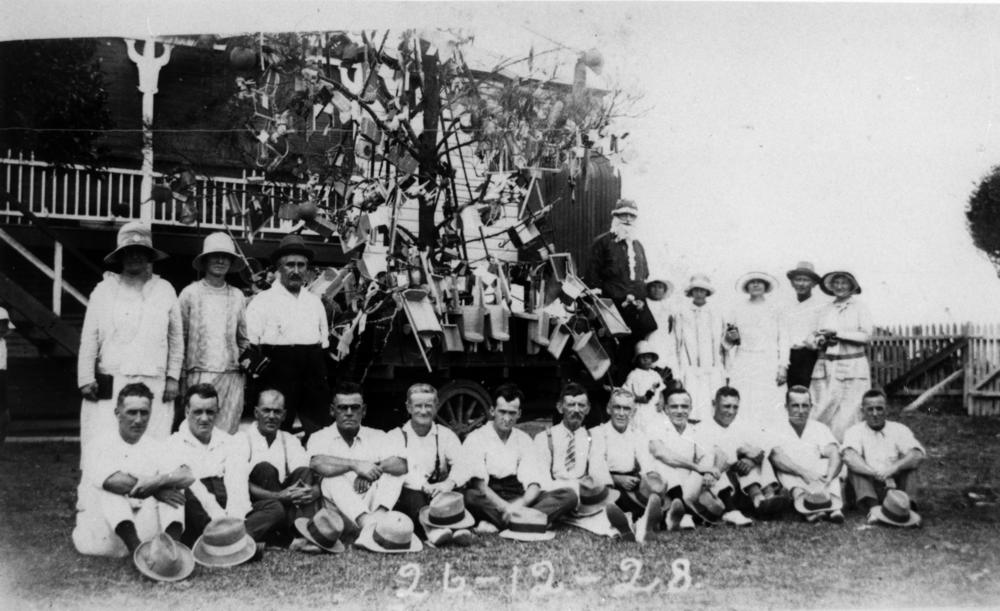
De kerstboom op een kar is behangen met cadeautjes, Cribb Island, 26 december 1928
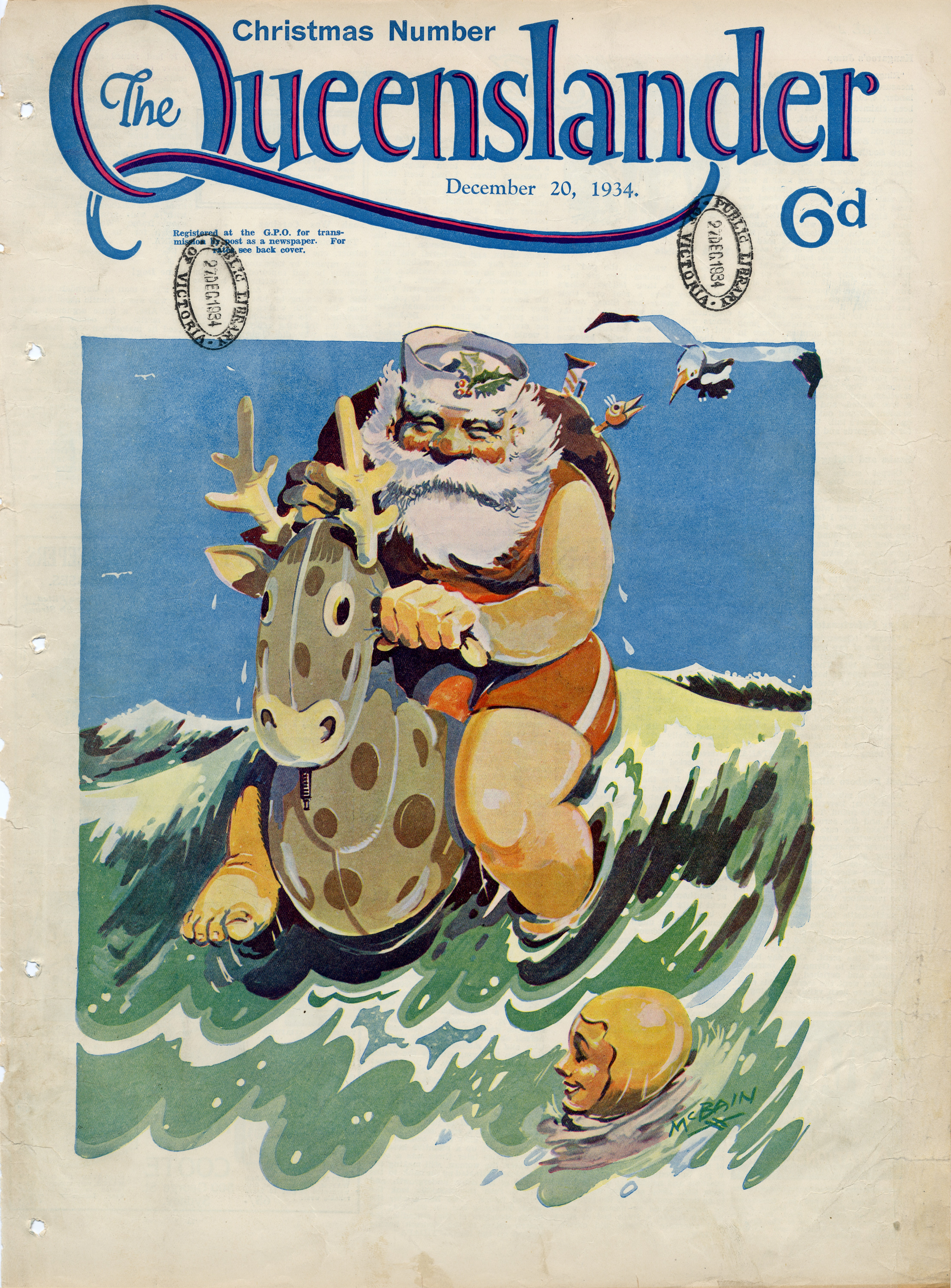
Santa Claus met zijn opblaasbare rendier in zee op de voorpagina van de Queenslander, 20 december 1934
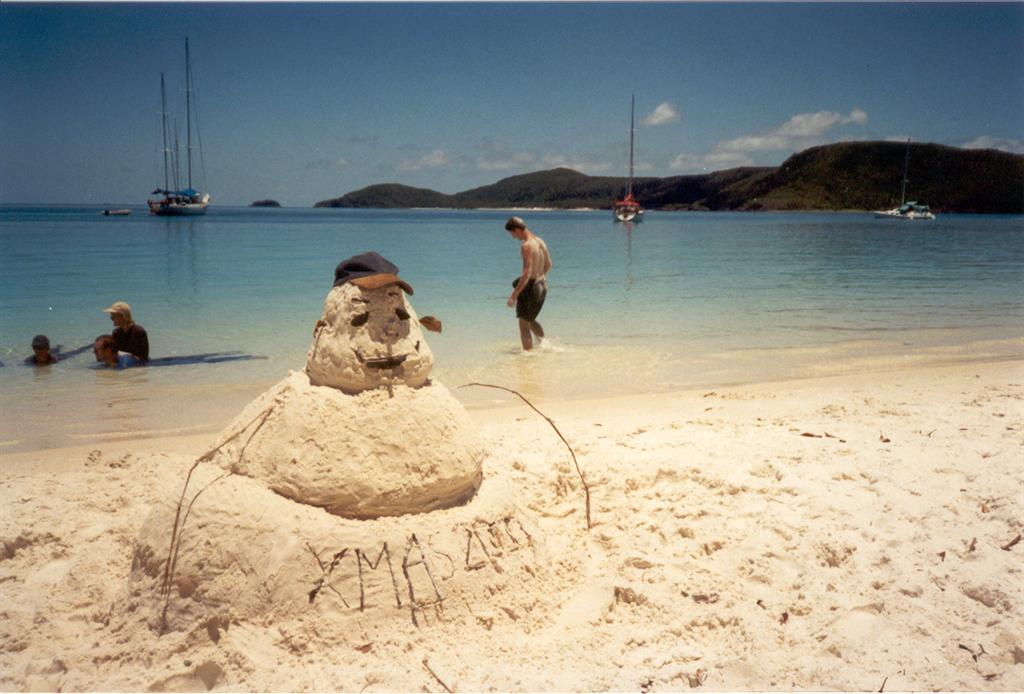
Een kerstman gemaakt van zand op een strand van Whitsunday Islands, 25 december 2000
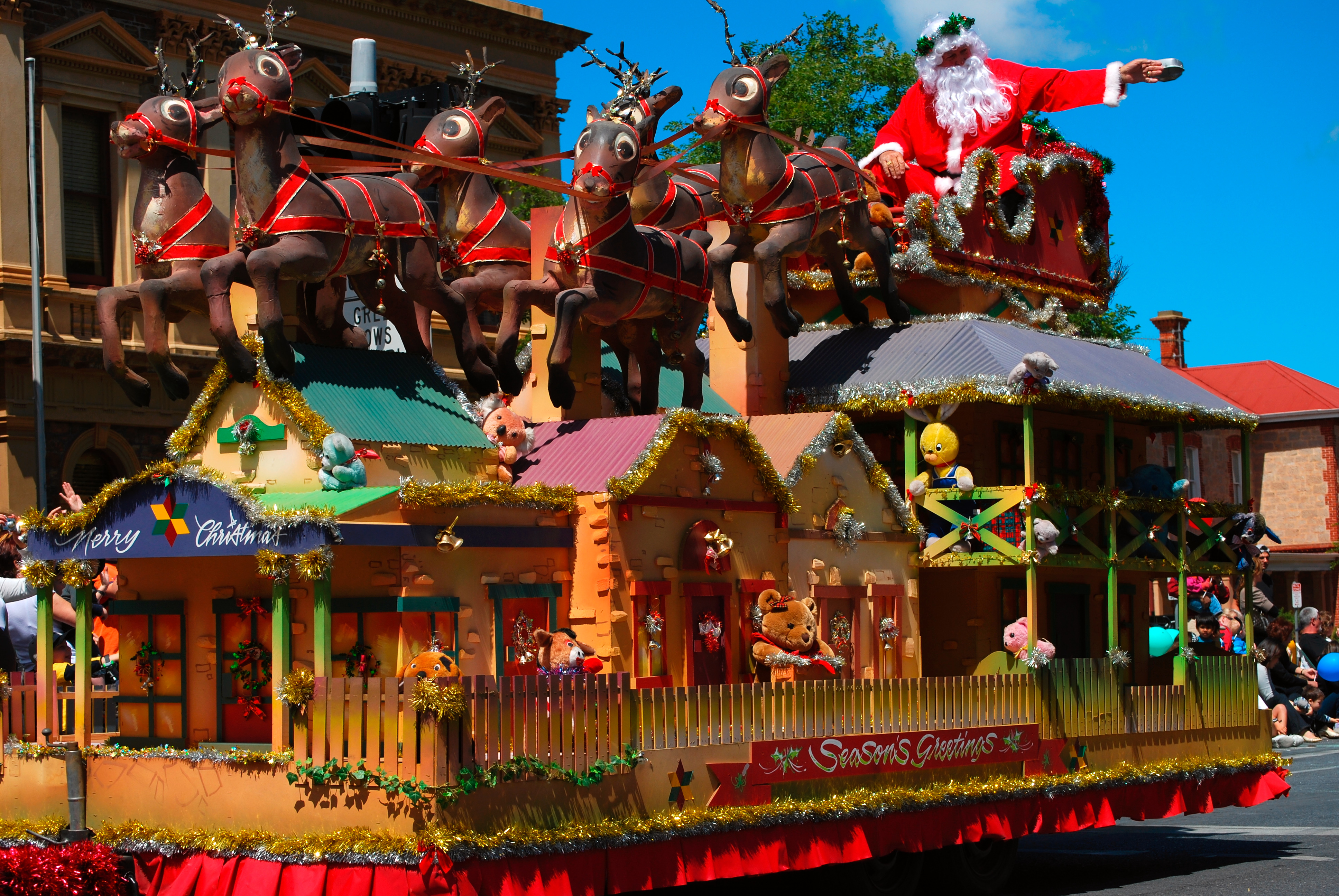
De kerstman op zijn arrenslee getrokken door rendieren, 2008
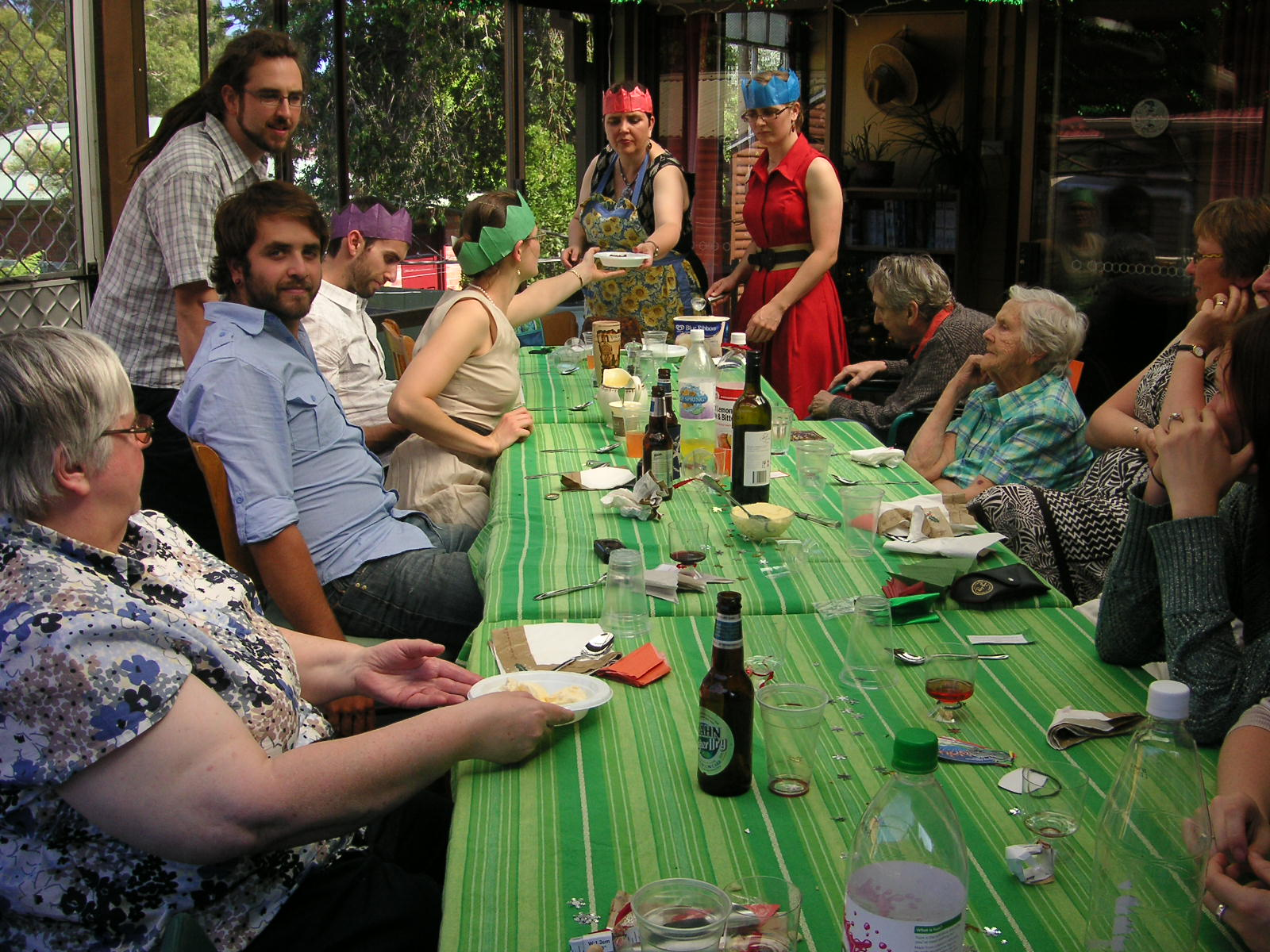
De tafelgasten dragen de kroontjes uit de Christmas cracker terwijl de Christmas pudding wordt opgediend, 25 december 2008
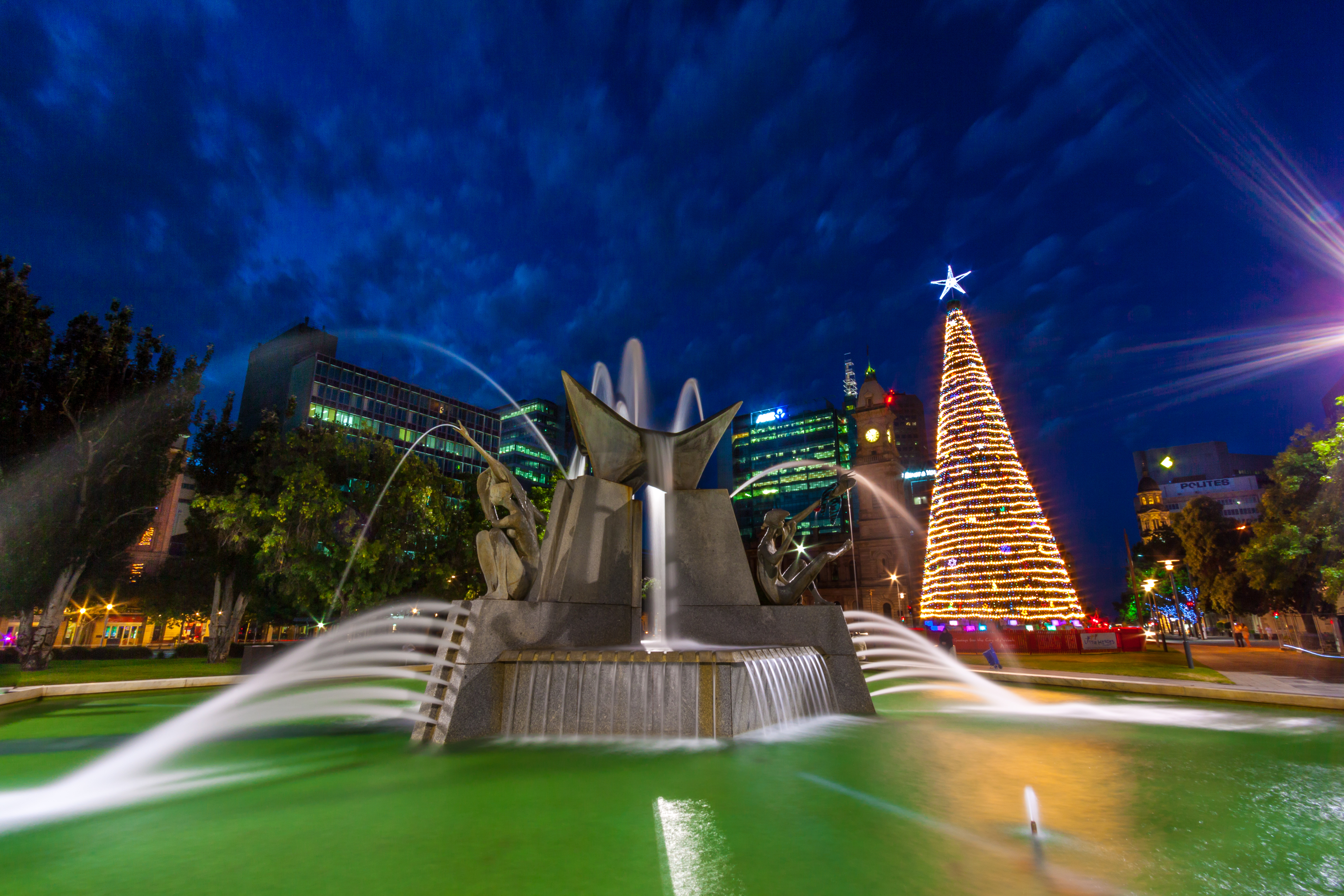
Kerstboom in Adelaide, 2012
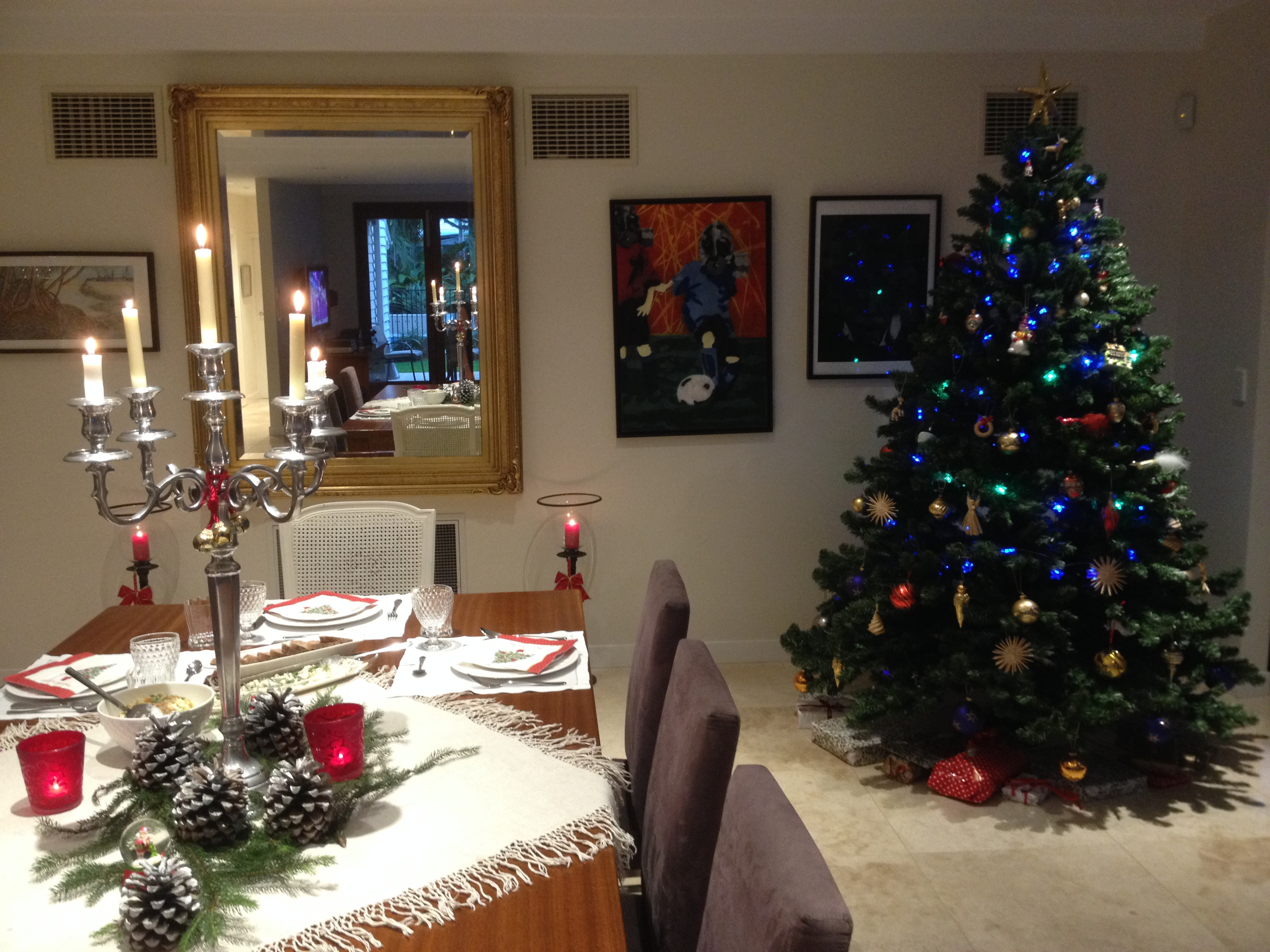
Gedekte tafel en cadeautjes onder de kerstboom, Brisbane, 24 december 2013
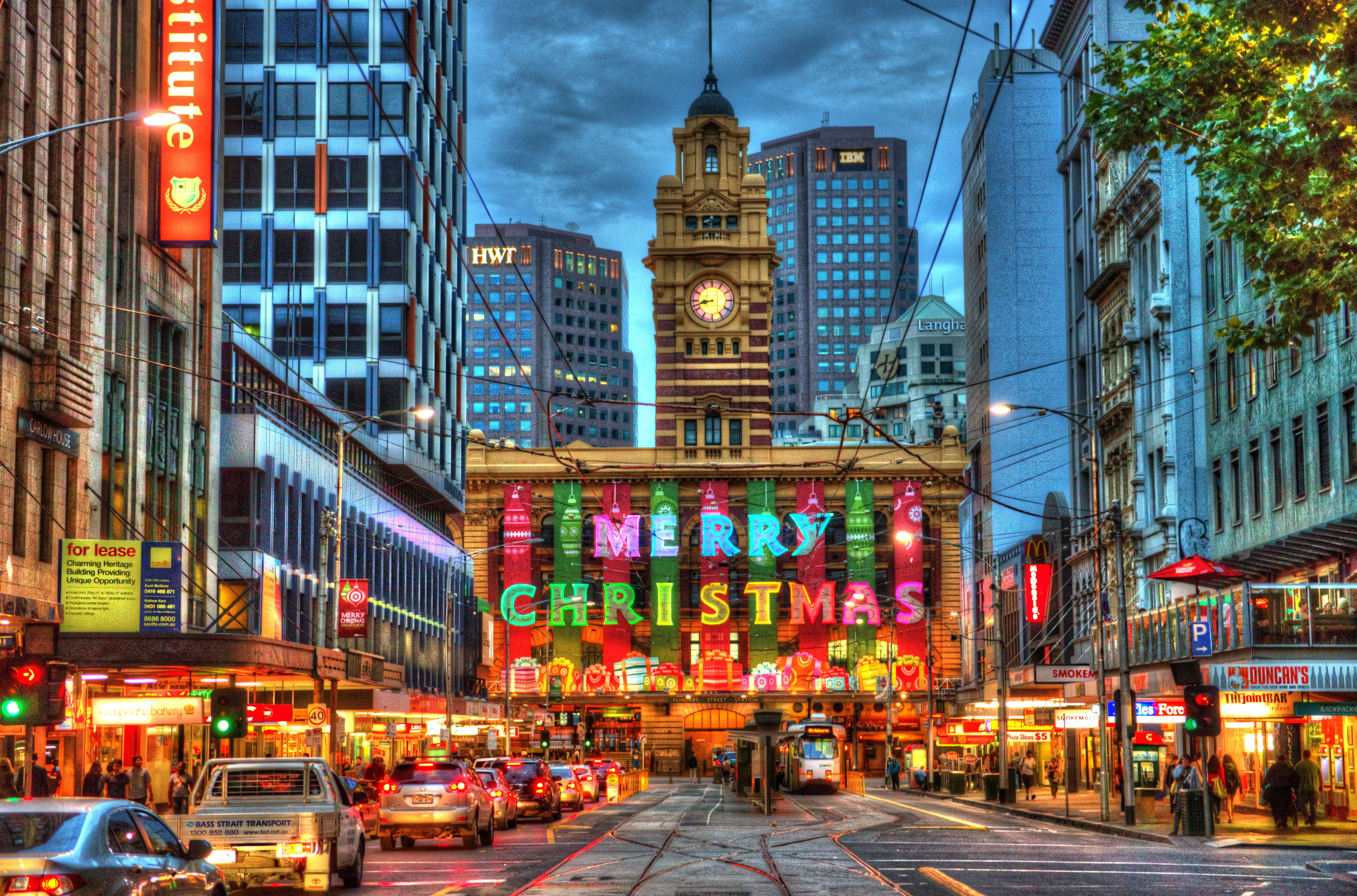
Kerst in Melbourne, 2013
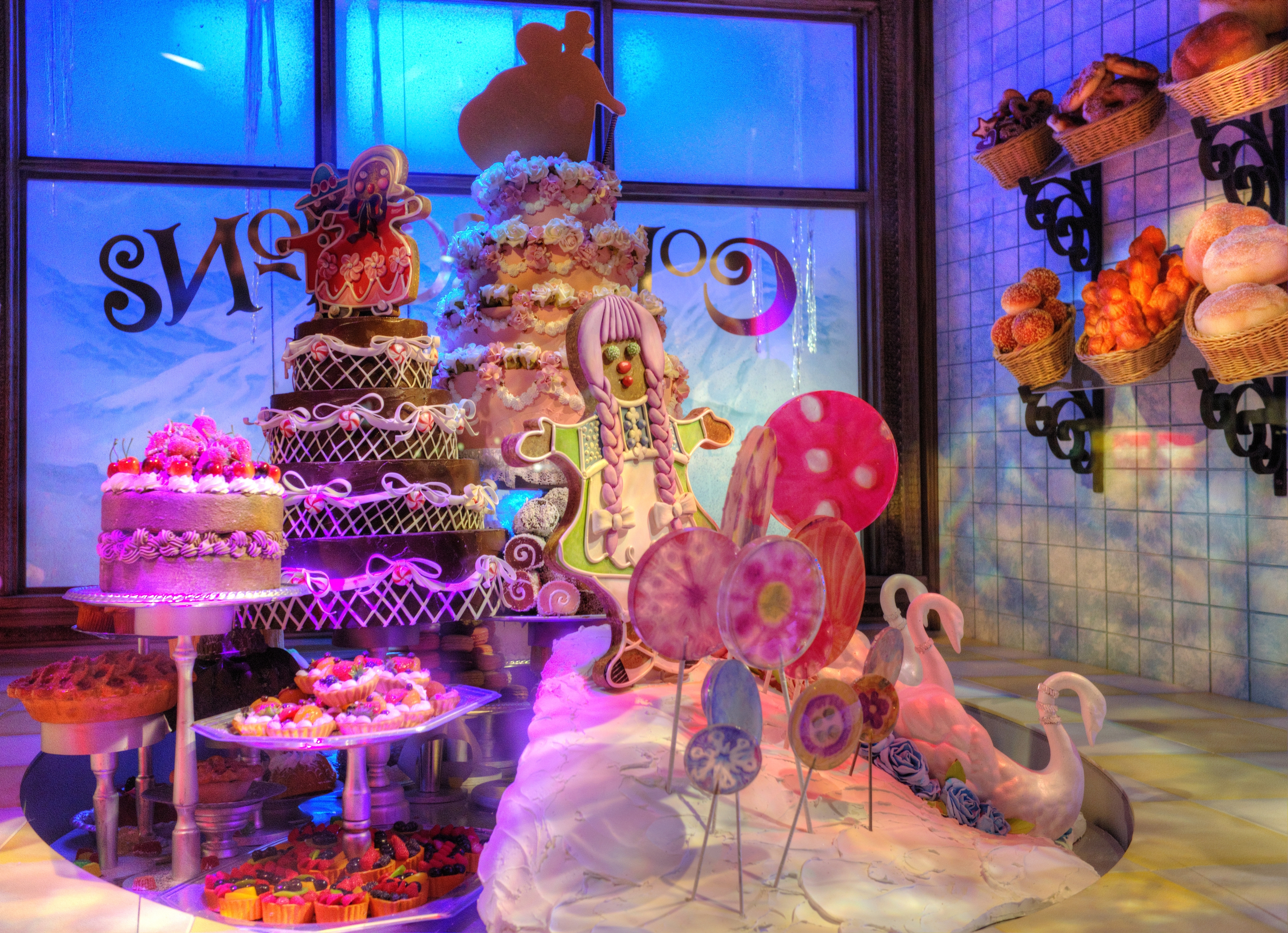
Gingerbread Friends in een etalage van de Myer store in Melbourne, 2013
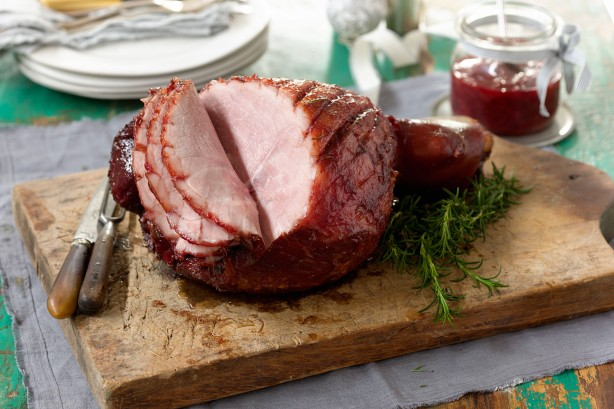
Kerstham op Australische wijze, 2016
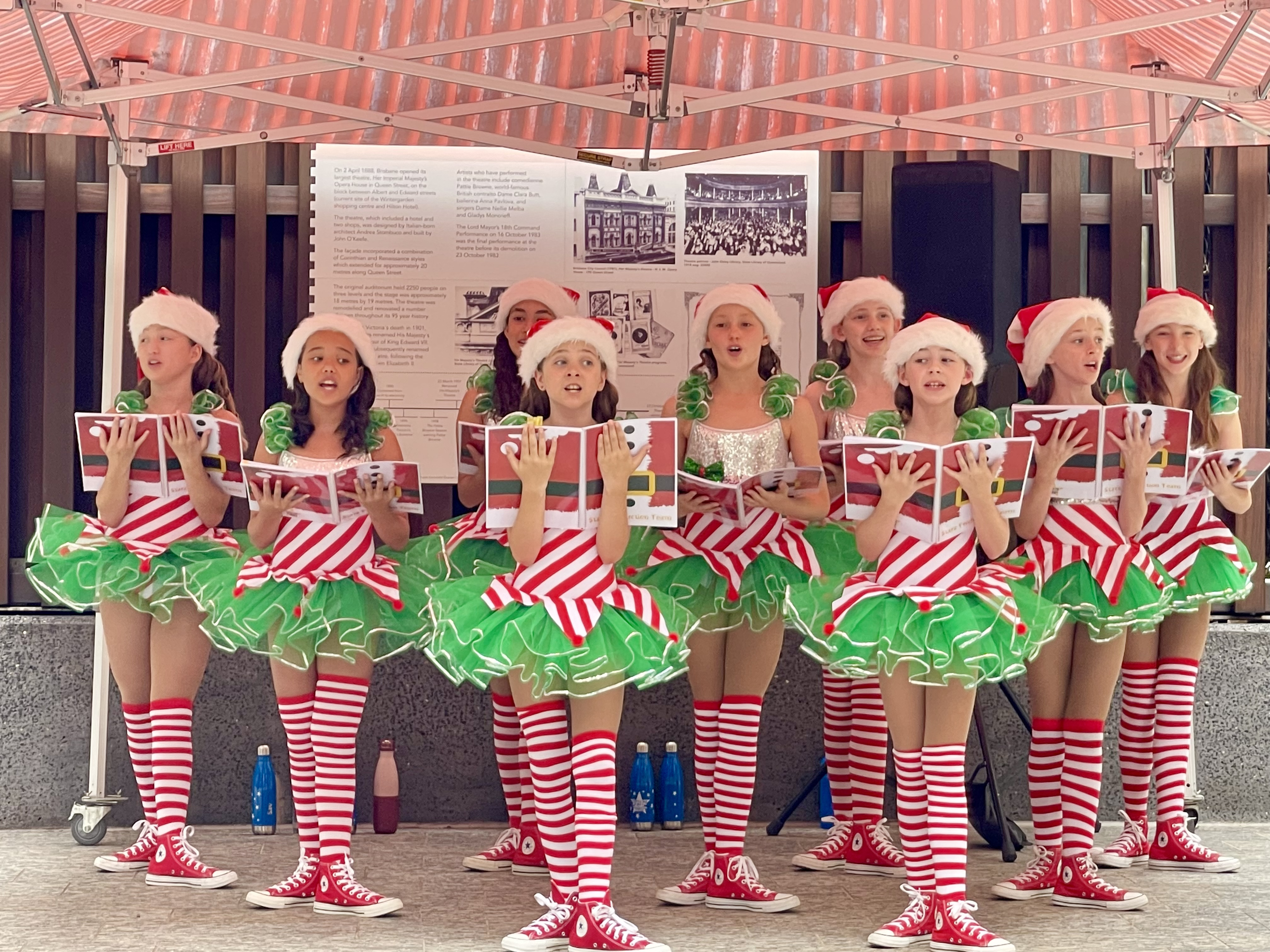
Een meisjeskoor in Brisbane zingt Christmas carols, 17 december 2021
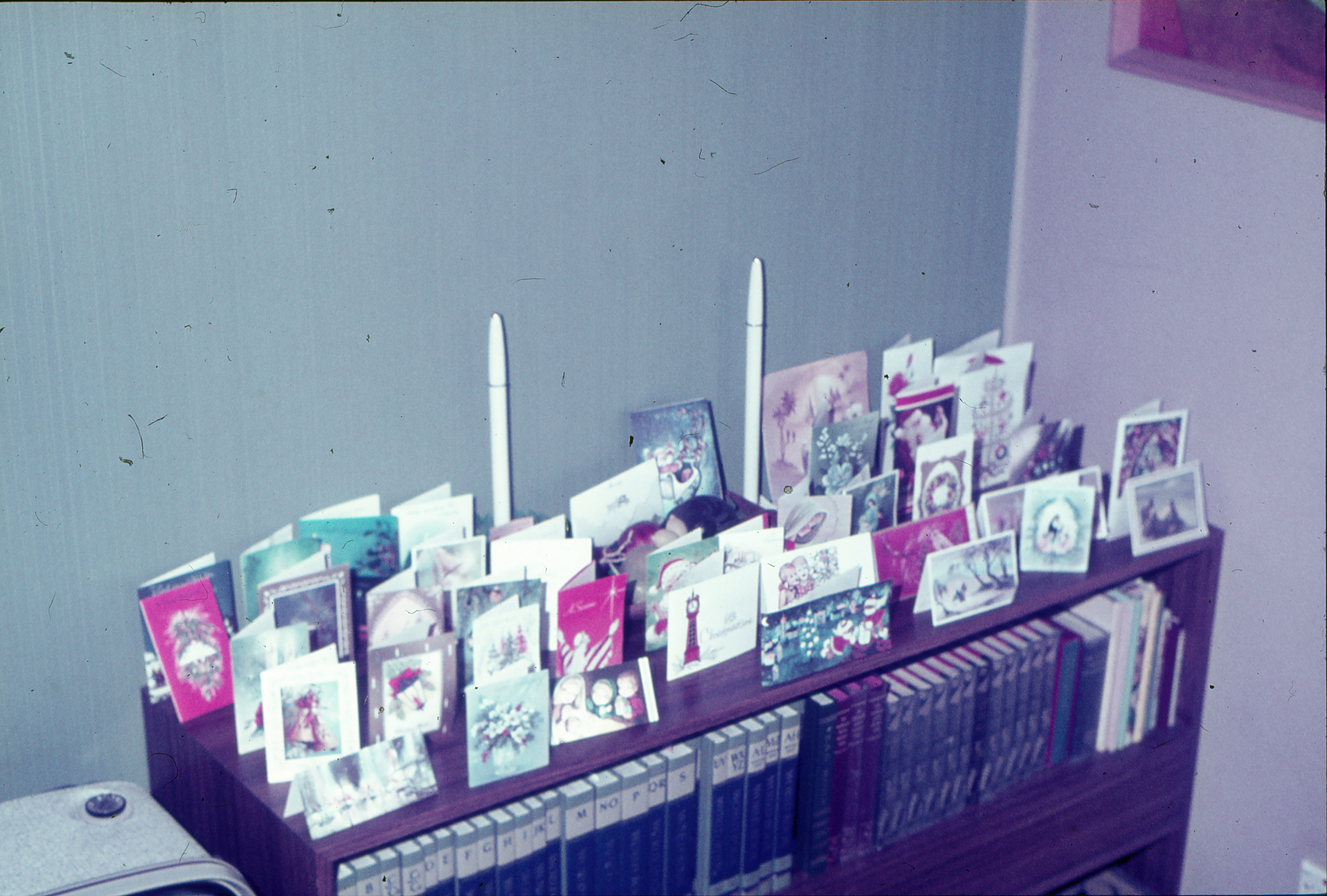
De kerstkaarten die zijn ontvangen, staan op een kastje uitgestald, ca. 1960
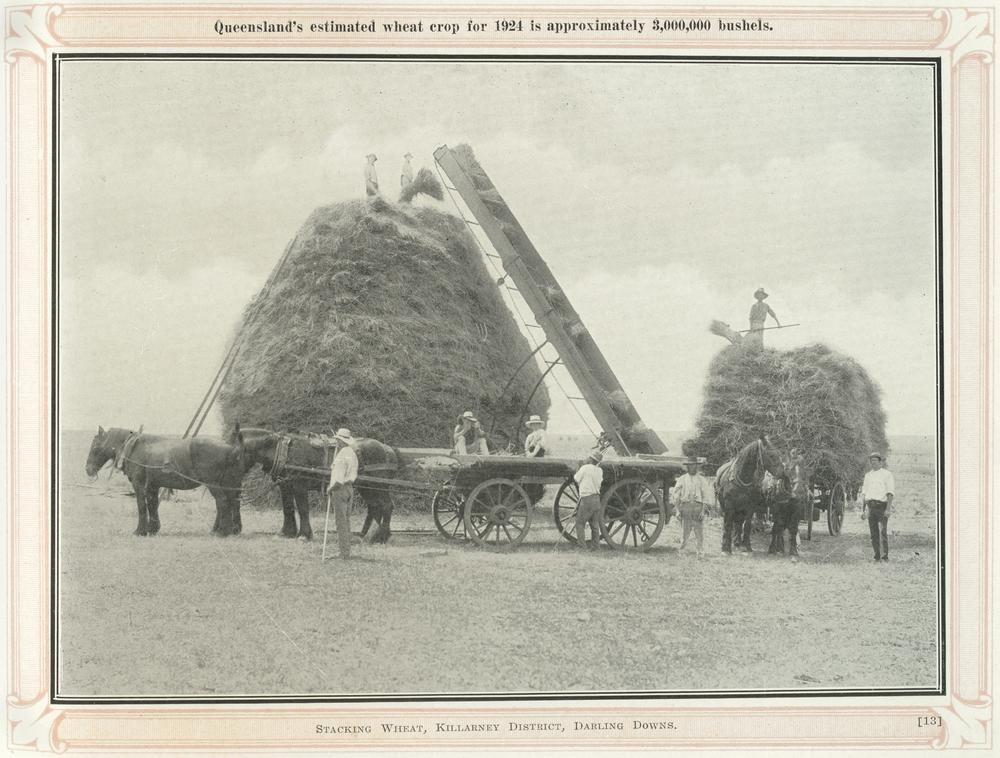
Tarwe laden van de hooiwagens in het district Killarney, ca. 1924.
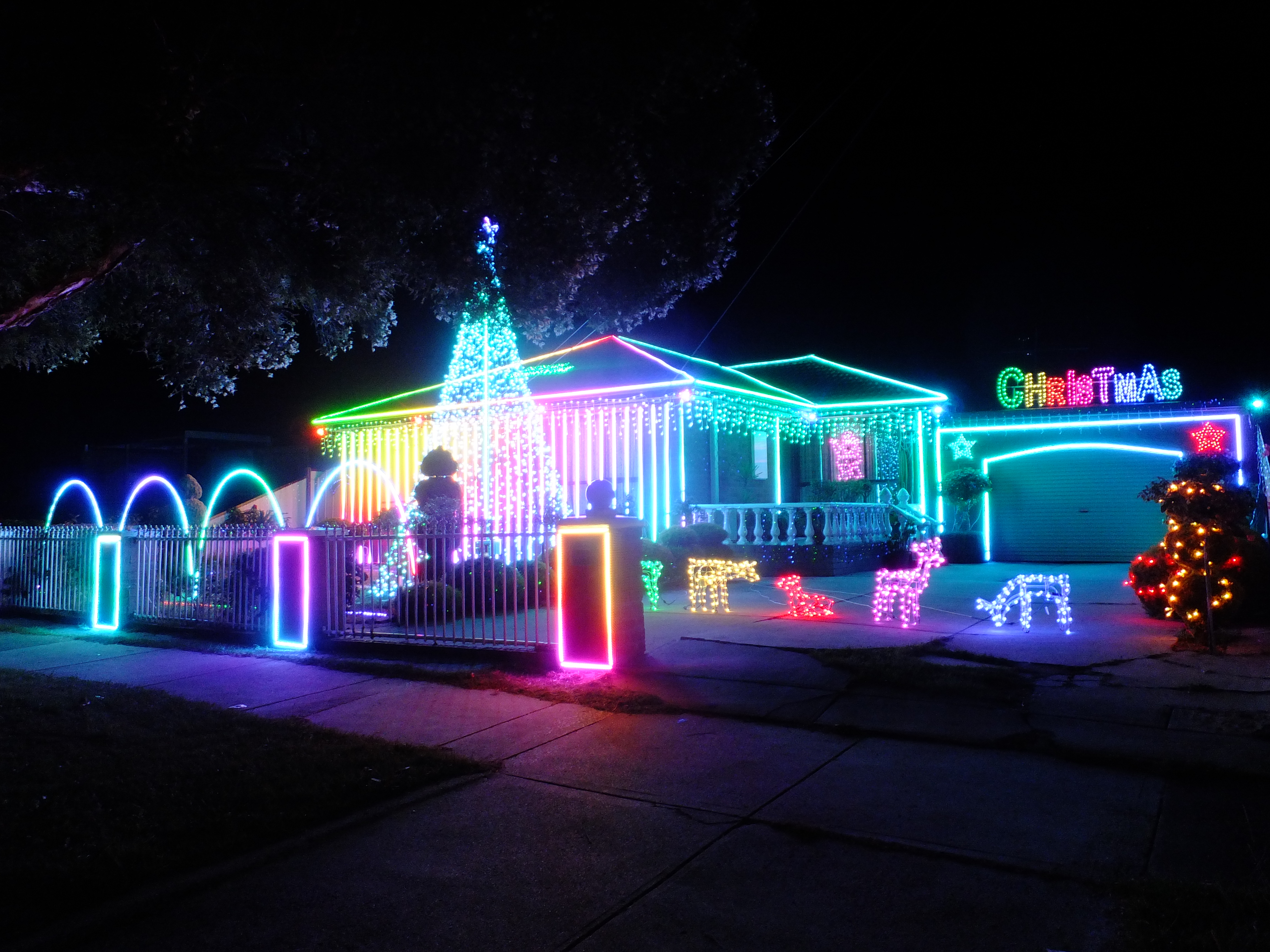
Een huis is feestelijk verlicht voor de kerstperiode

## Bangladesh

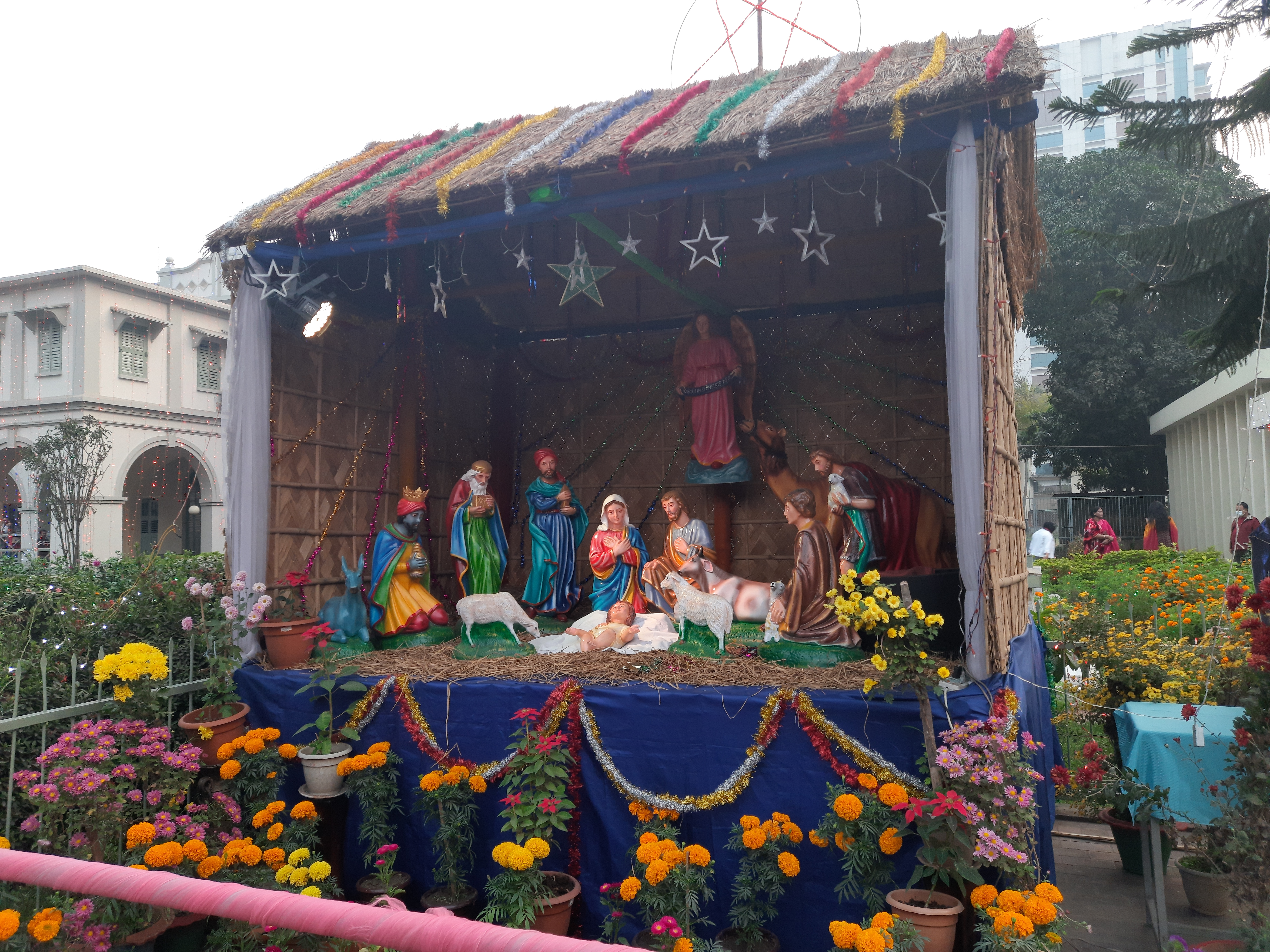
Kerststal in Dhaka, 2022

## België

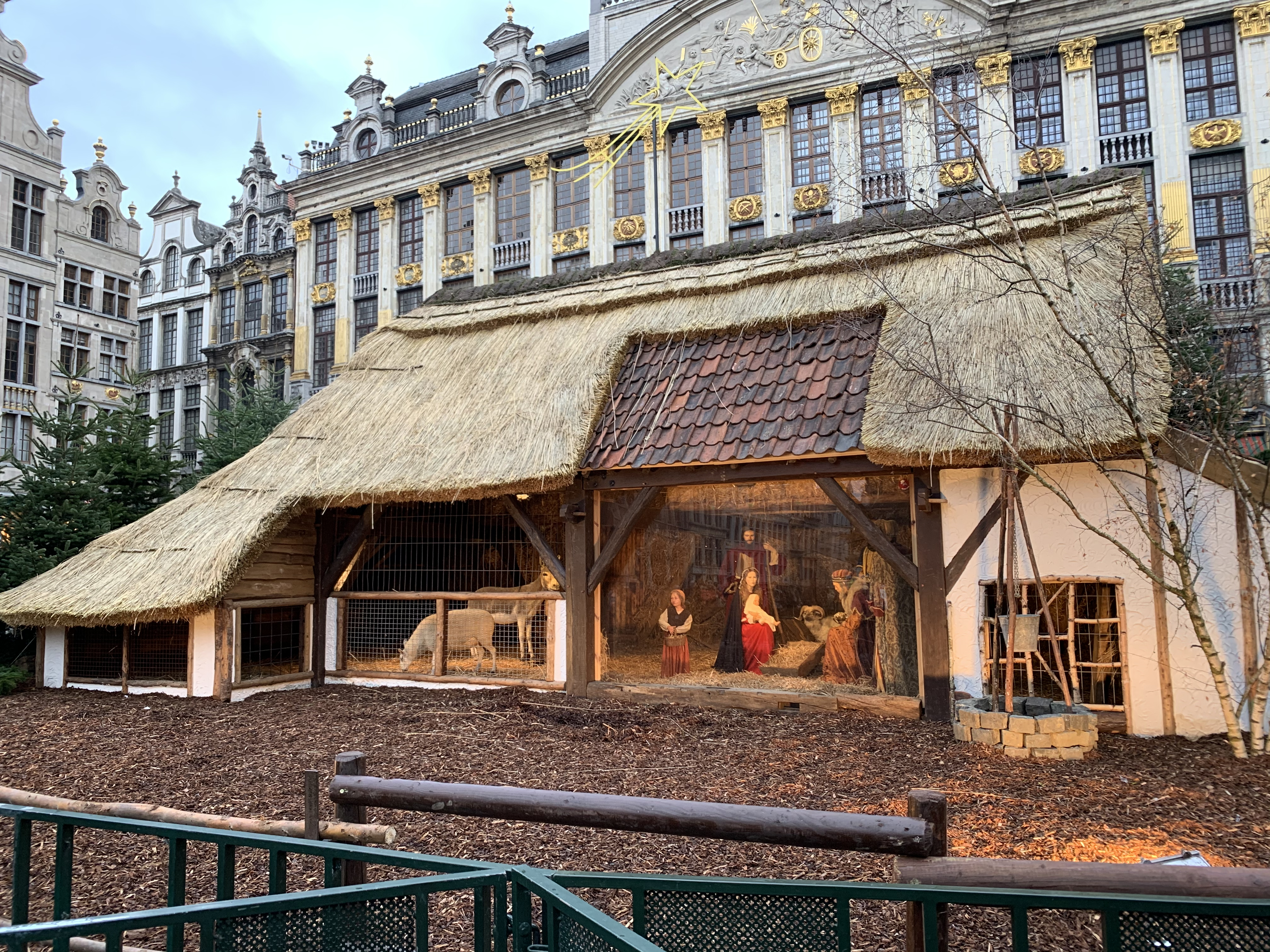
Kerststal op Grand-Place van Brussel, 2019

In België wordt Kerstmis meestal in familiekring gevierd, op 24 december 's avonds of op 25 december overdag. De genodigden nemen pakjes mee voor elkaar, of er wordt vooraf geloot (of verdeeld, zie lootjes trekken) voor wie men een cadeau moet kopen. Geschenken geven aan kinderen is altijd een heel speciale gelegenheid voor hen. In België wordt 21 december Sluiterkesdag genoemd, net als in Nederland mogen dienstboden hun werkgevers en kinderen hun leraren buitensluiten in ruil voor een tractatiel.
Op het kerstmenu staan vaak grote stukken vlees zoals fazant, met een variëteit aan groenten en aardappelkroketjes en aanverwanten. Maar het typische Belgische feestmaal blijft echter: vol-au-vent, groentekrans (wortelen, erwten, schorseneren, witloof) met kroketten en gebraad, en een kerststronk of een biscuitgebak.
Praktiserende christenen gaan op 24 december naar de middernachtmis, traditioneel om middernacht, maar vaak vroeger op de avond zodat de kinderen deel kunnen uitmaken van het kerstspel. Ook wordt het Kerst-Koren-Festival georganiseerd.
In België kent men het koningspel met Driekoningen, waarbij een taart wordt gebakken met daarin een boon. Degene die het stuk taart met de boon toevallig krijgt, wordt koning voor één dag. De gelukkige die de boon vond, mocht een papieren kroon op het hoofd zetten en de leiding over het feest nemen. Dit ritueel is afgebeeld op een schilderij van Jan Steen.
De relatief jonge traditie van de kerstboodschap (kersttoespraak/Discours de Noël/Weihnachtsansprache), begonnen door koning Boudewijn in 1961, kreeg vanaf 1975 een jaarlijks karakter. De tekst wordt opgesteld door de monarch en gedekt door de eerste minister, die in een audiëntie gelegenheid tot nalezen krijgt. De toespraak wordt opgenomen in de drie landstalen (Duits voor het eerst in 2013) en uitgezonden op televisie. Boudewijn besloot zijn eerste toespraken nog met 'God bescherme België', maar naderhand verdwenen expliciete blijken van godsdienstigheid (behalve de verwijzing naar kerstdag, waar Nieuwjaar aan werd toegevoegd). Sinds 2020 houdt ook de minister-president van Vlaanderen een kersttoespraak.
Op veel plekken vindt de kerstboomverbrandingen plaats, ze komen voort uit de eeuwenoude traditie om het nieuwe jaar in te luiden met nieuwjaarsvuren.

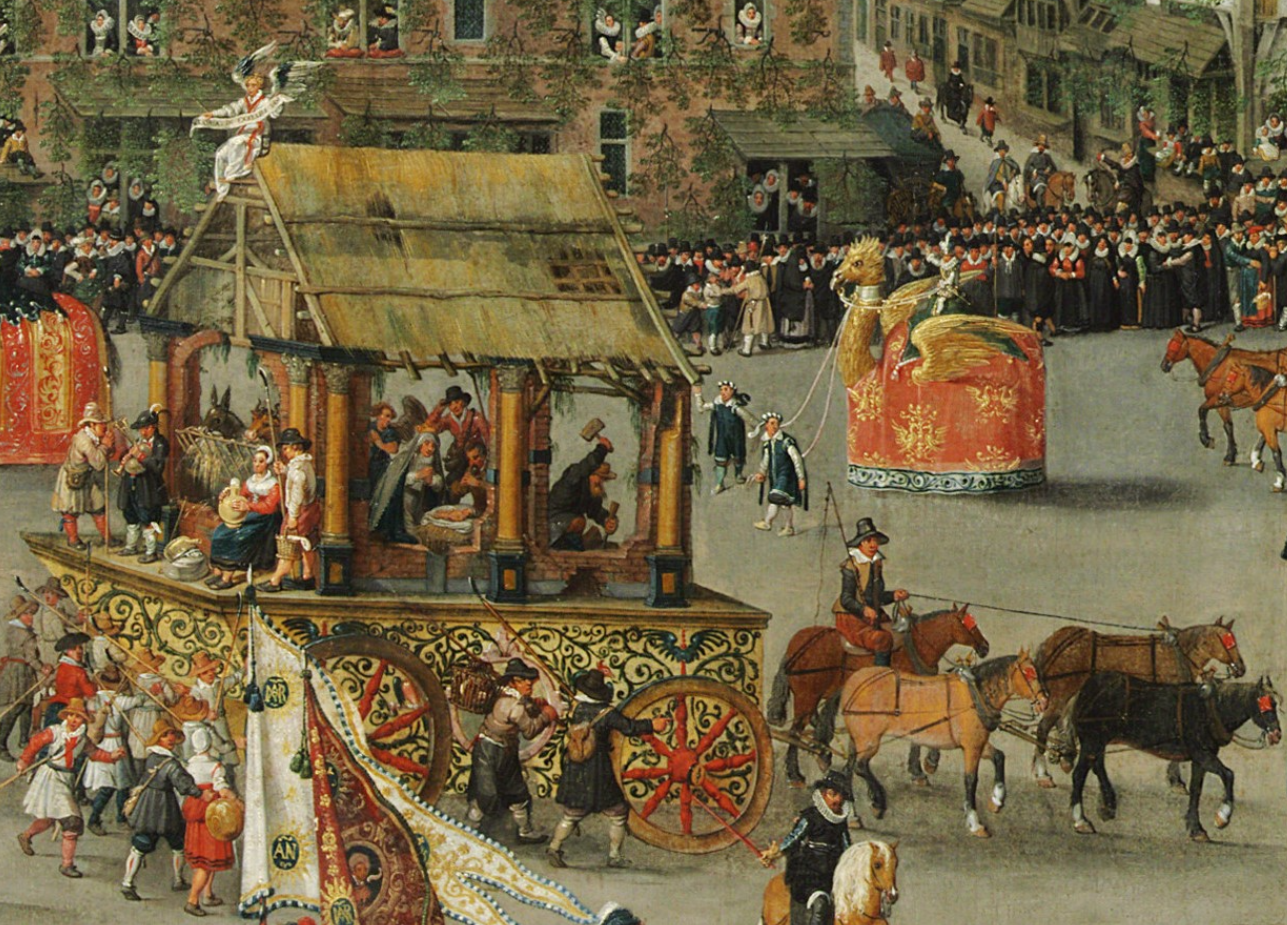
Kerststal-ommegang, Denijs van Alsloot, 1616
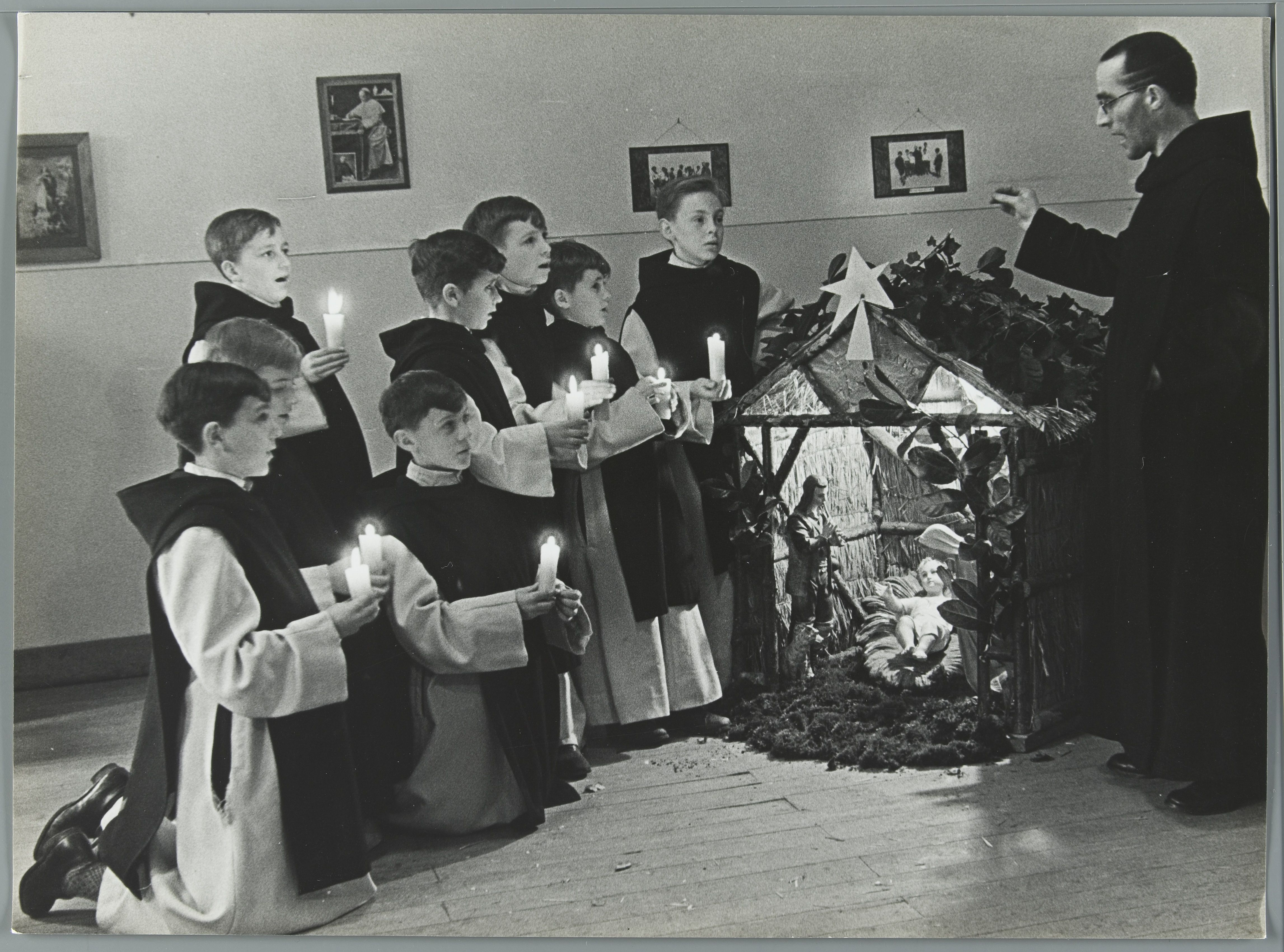
Kerst in een kloosterschool van de Benedictijnen (abdij van Sint Andries) in het Belgische Loppem, bij Brugge, 1935. Een monnik dirigeert tijdens de kerstdagen een koortje van jongens in religieuze gewaden, die met een brandende kaars in de hand kerstliederen zingen bij een kerststal met ster.
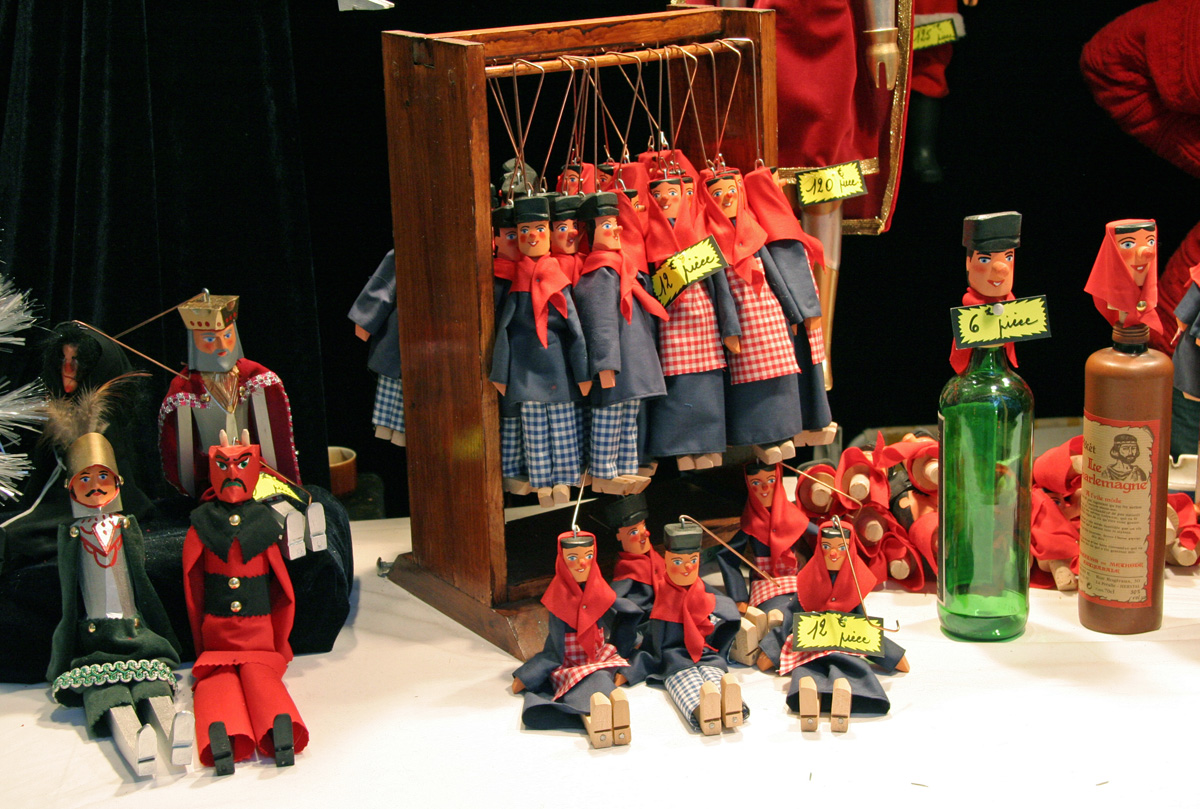
Tchantchès (personage) op een kerstmarkt in Luik
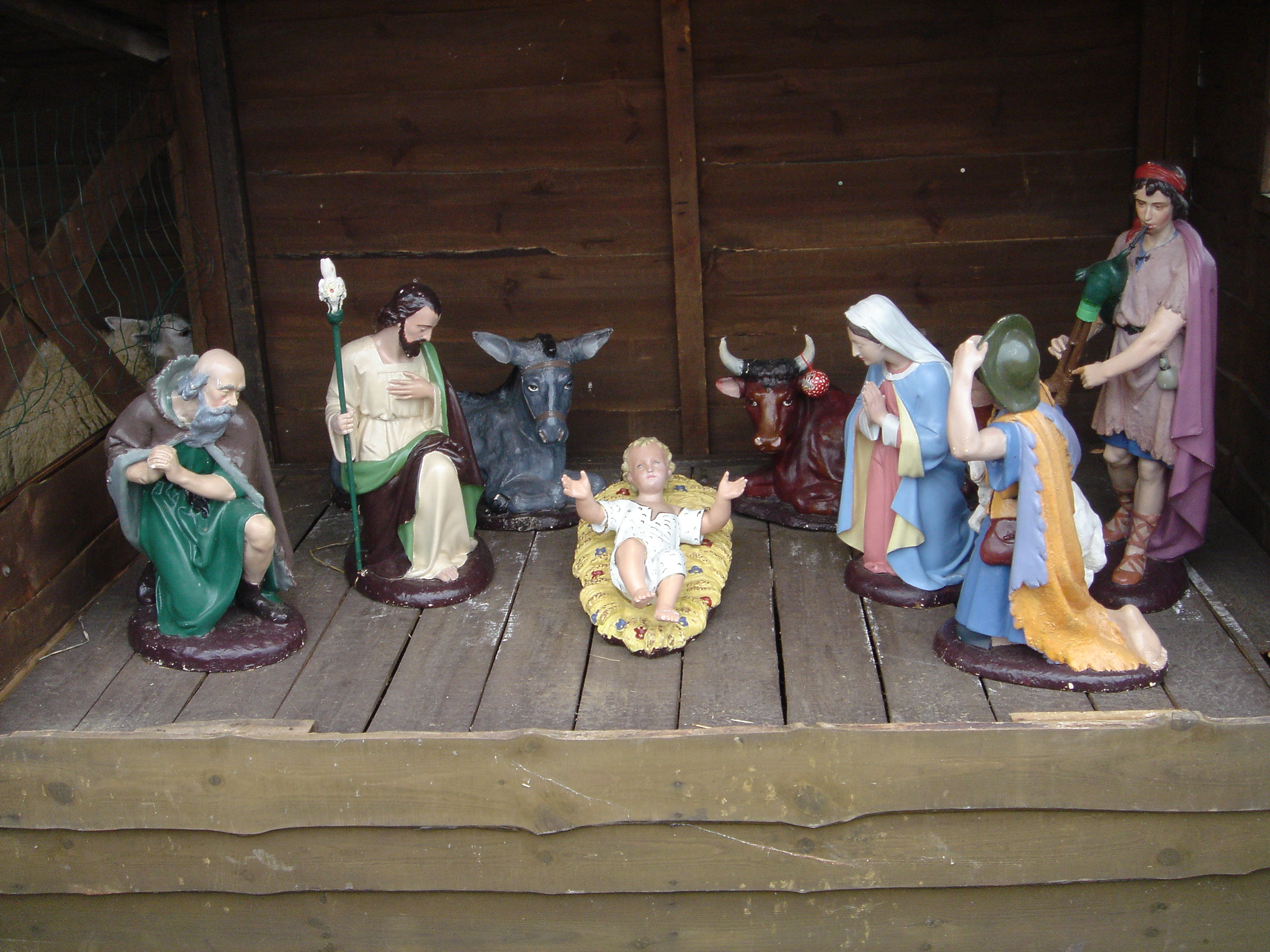
Kerststal in Huldenberg
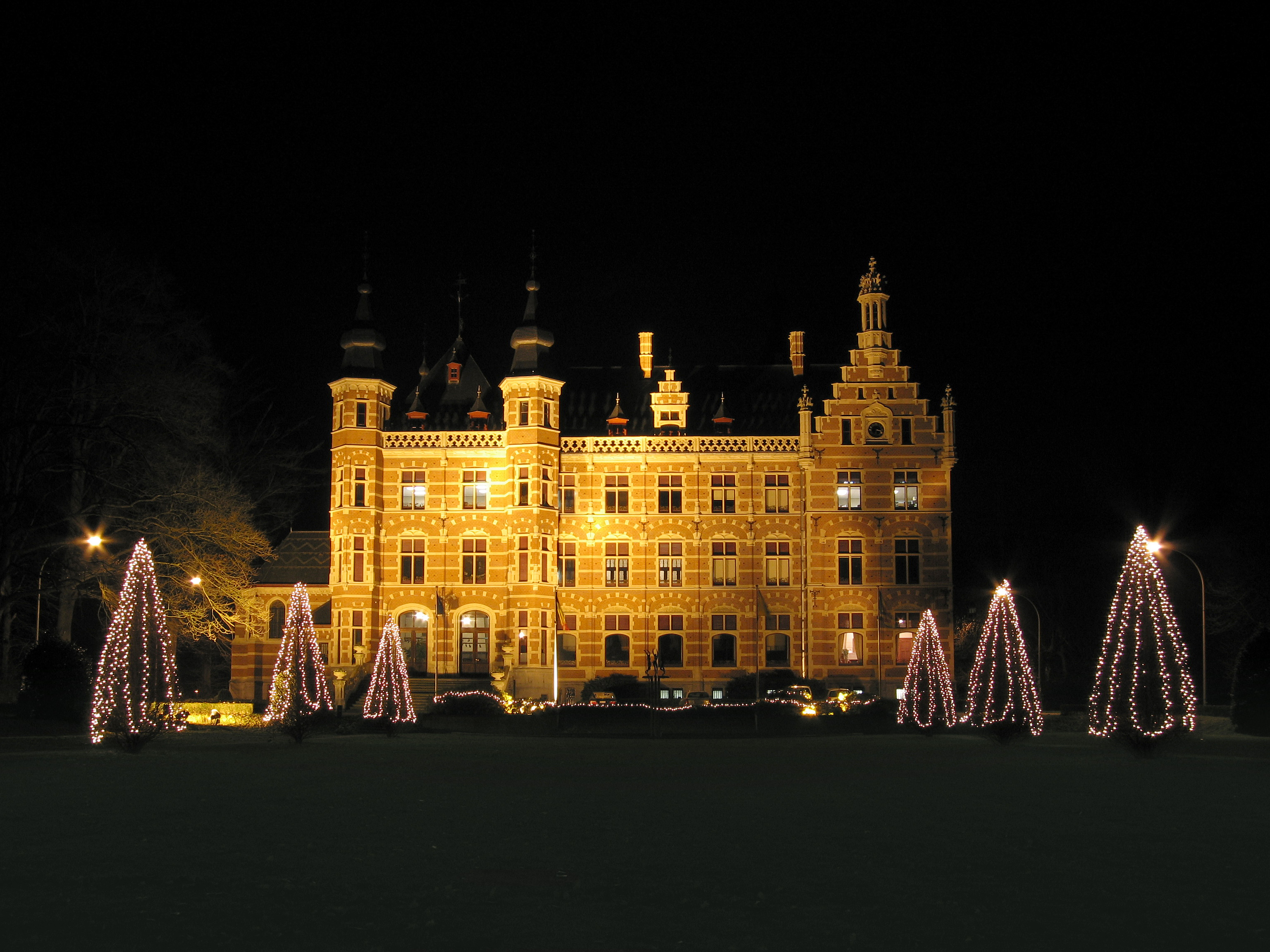
Kerstverlichting bij het gemeentehuis van Westerlo
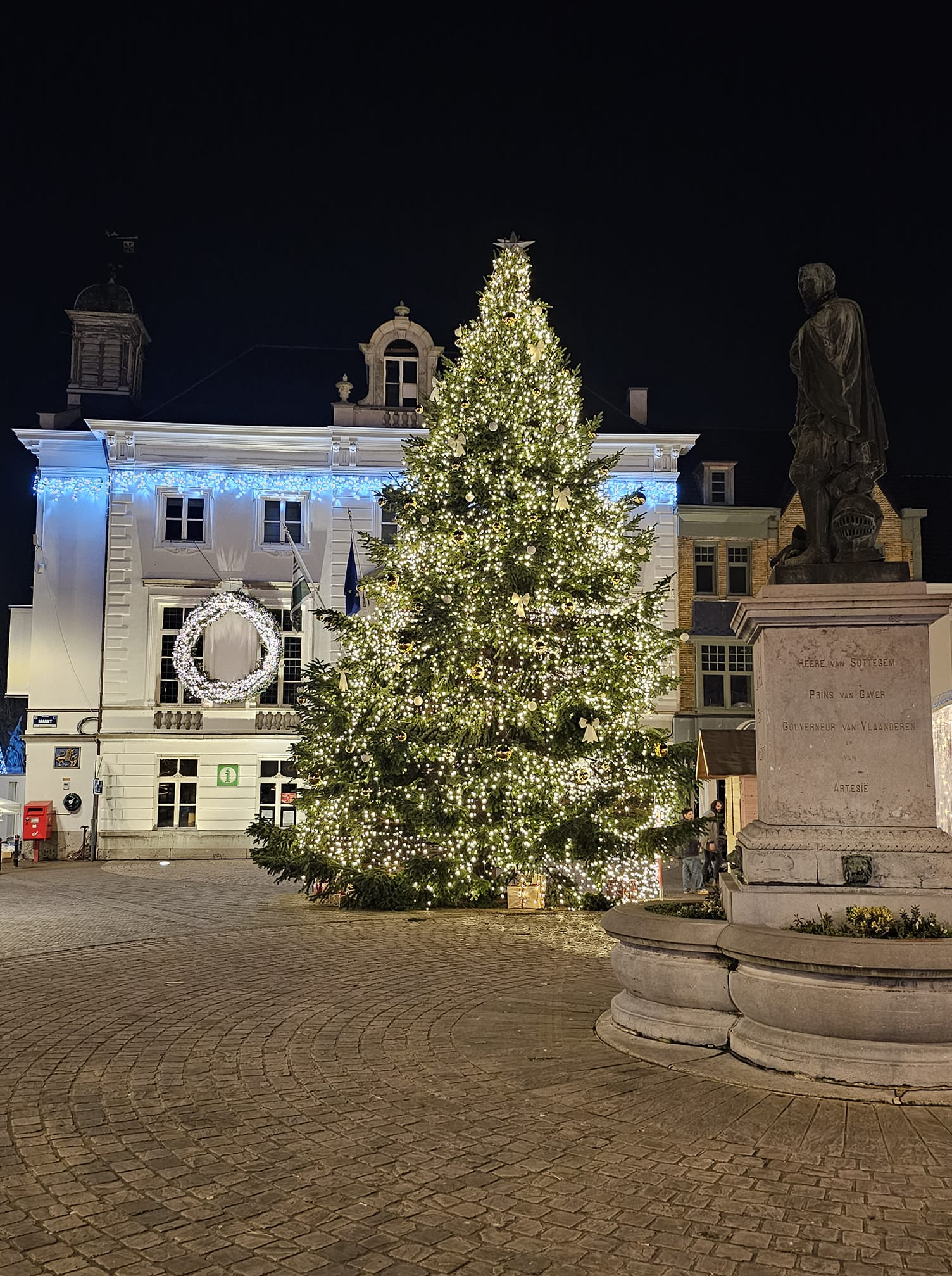
Kerstboom op de Markt, Zottegem
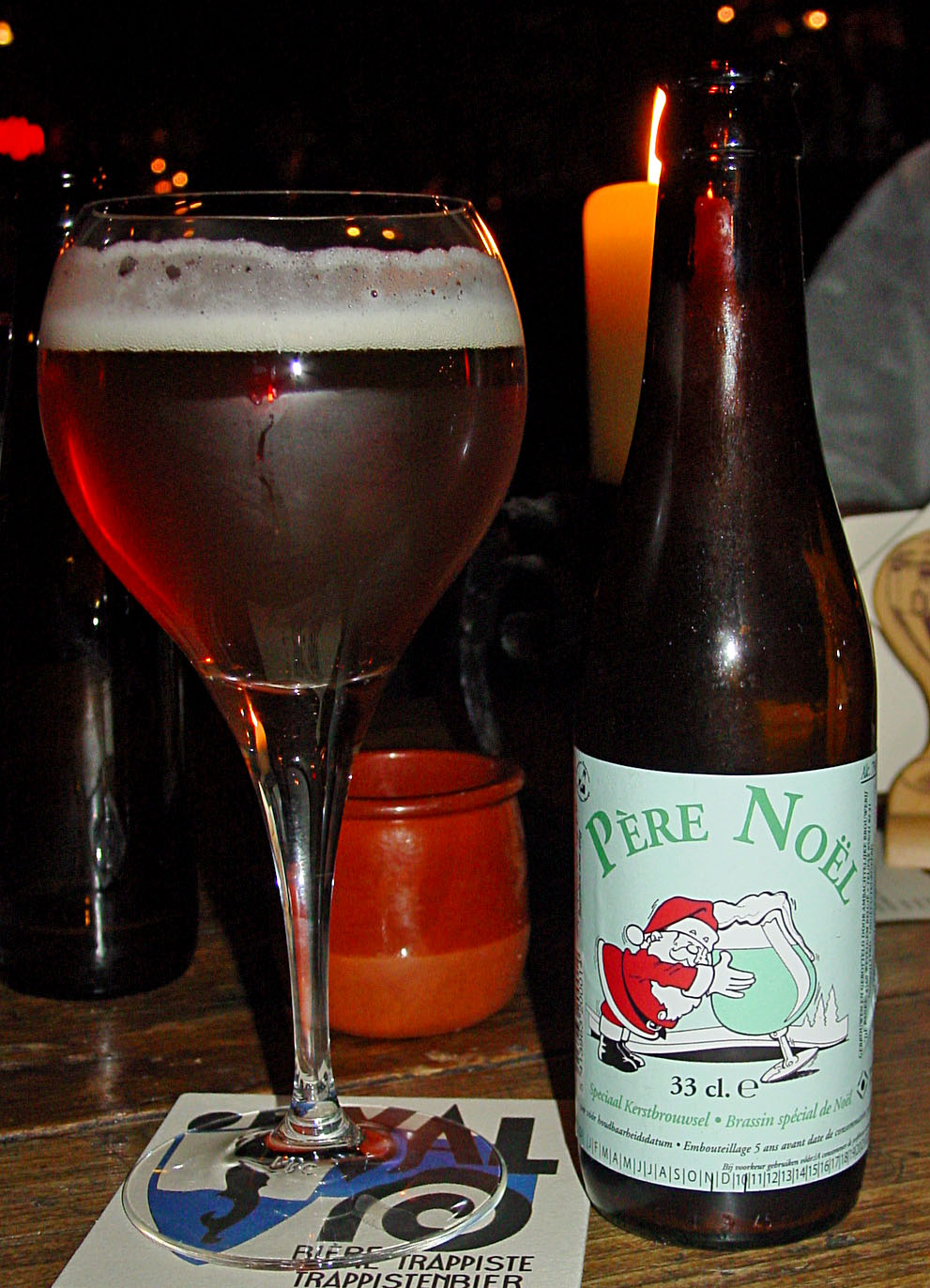
Père Noël, een Belgisch bier
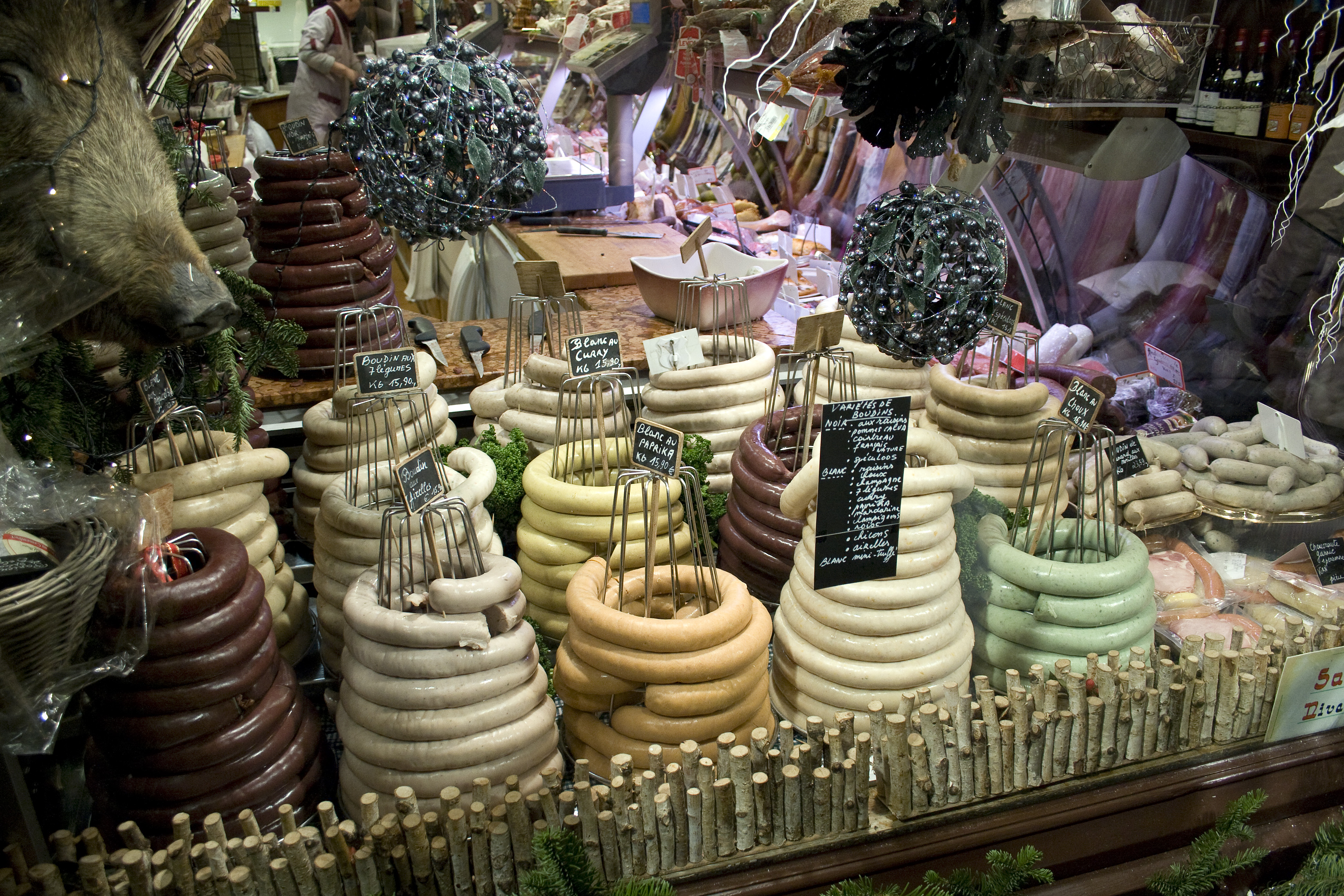
Boudin noir en boudin blanc op een kerstmarkt in Brussel
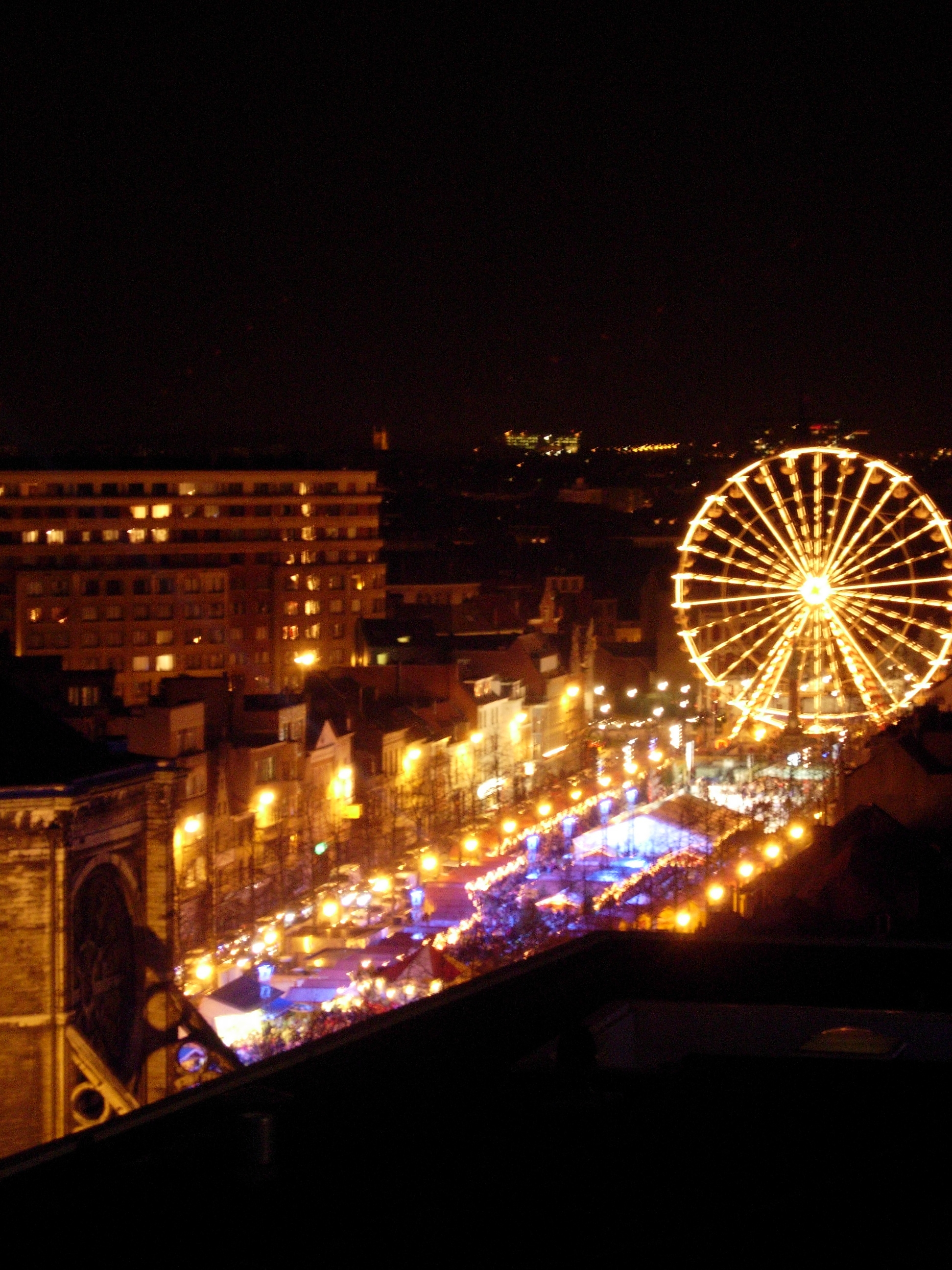
Kerstmarkt in Brussel, 2004
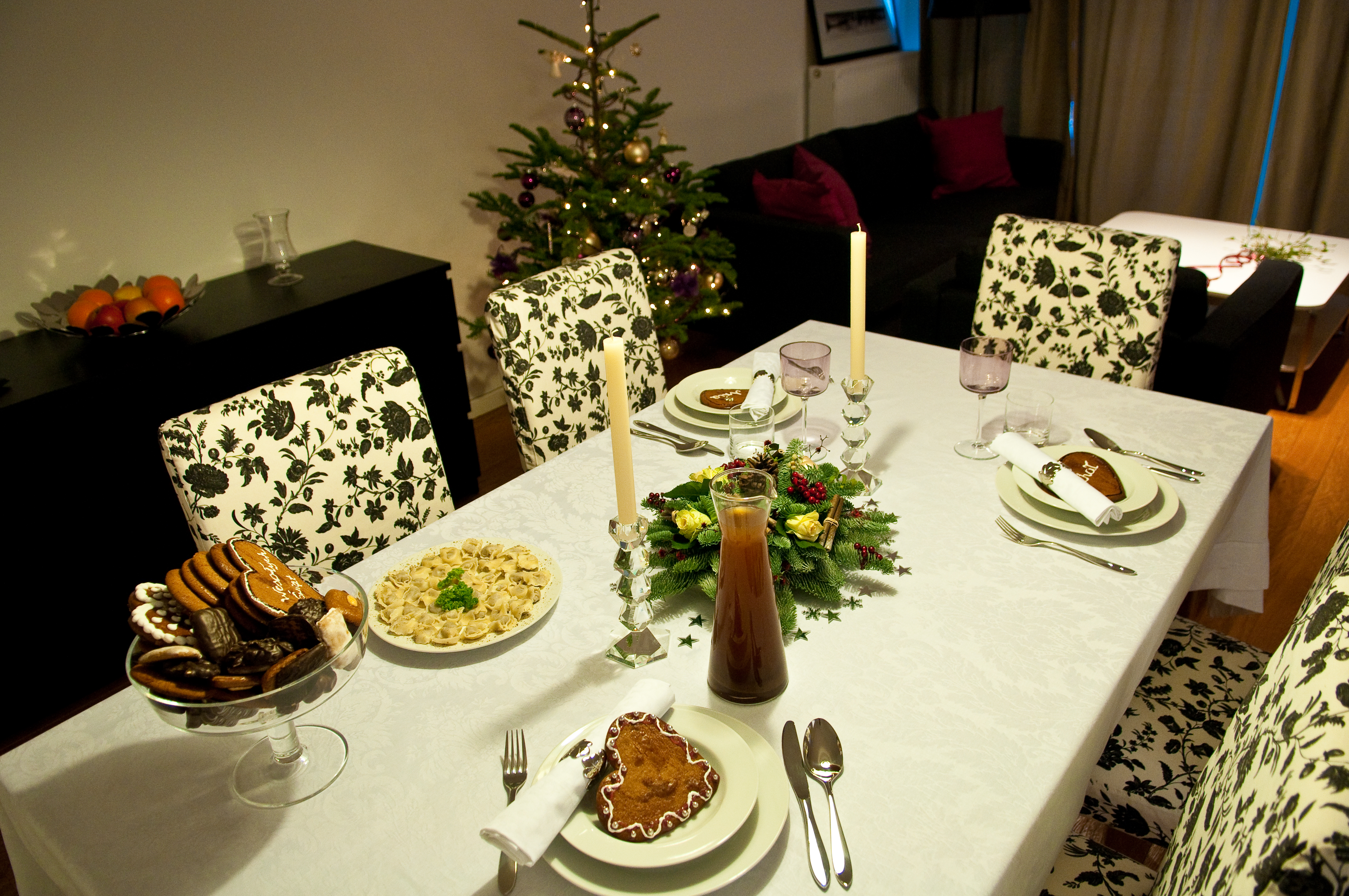
Een tafel gedekt voor het kerstdiner, Brussel, 2009
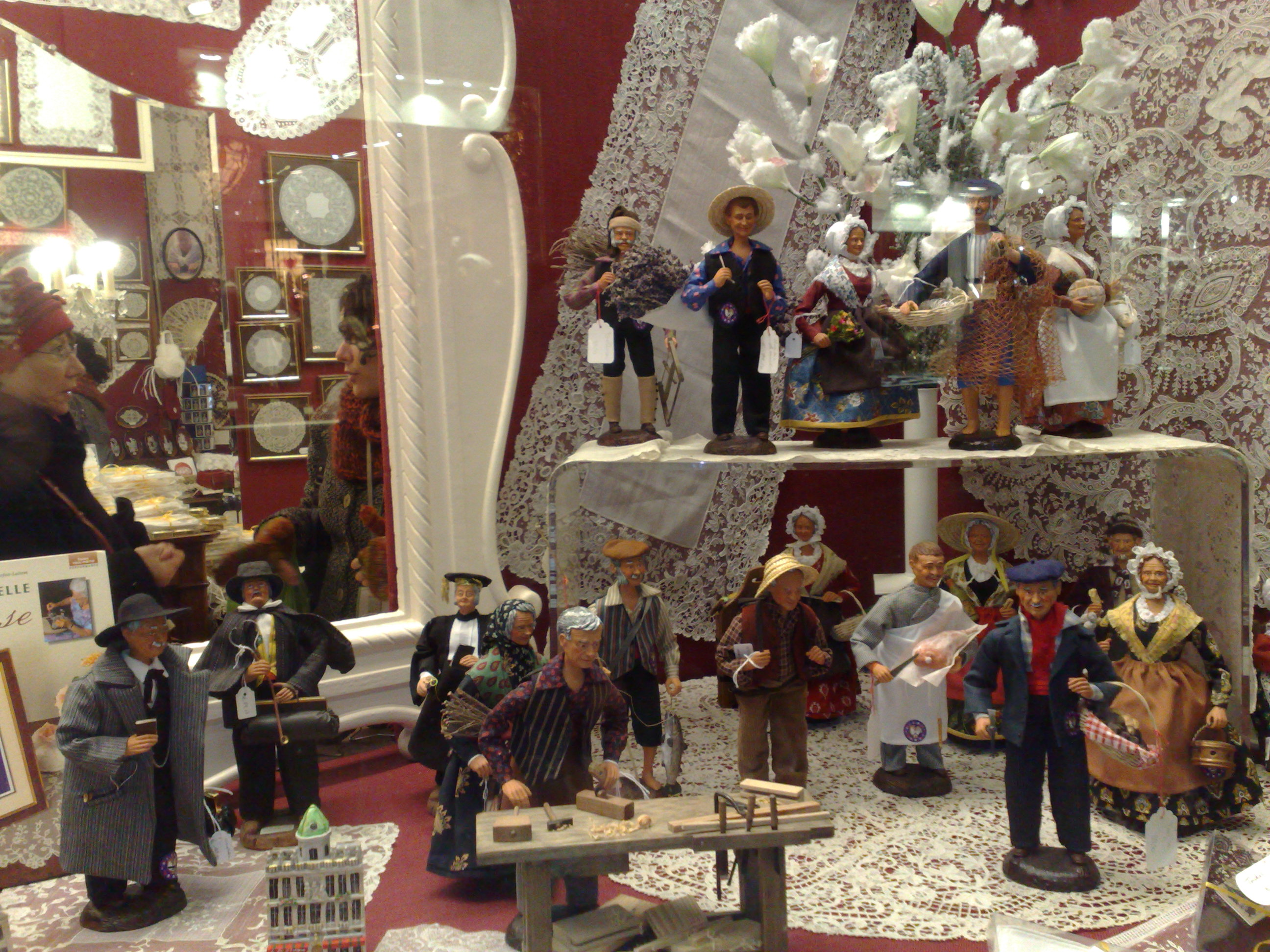
Santons in een etalage
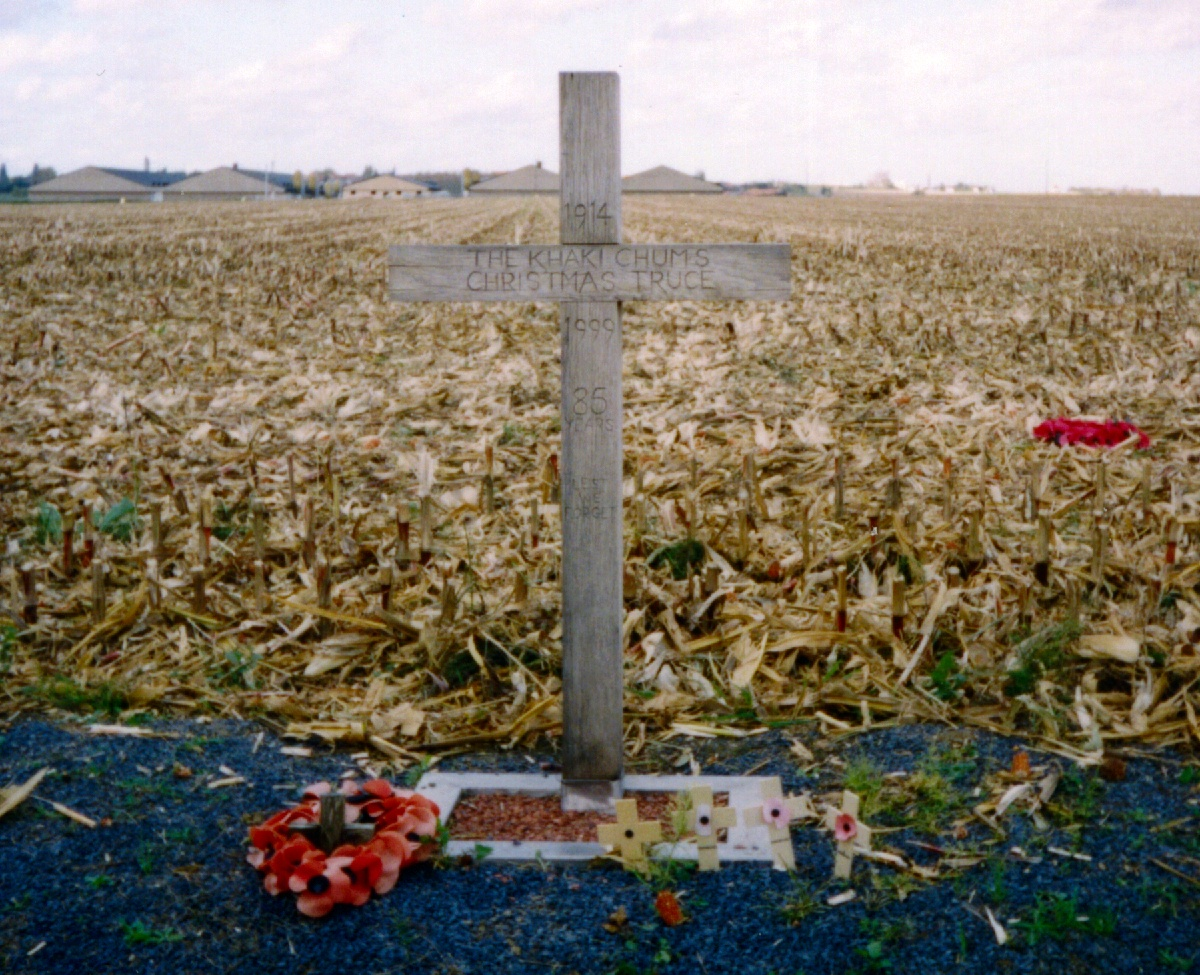
Een kruis, achtergelaten in Comines-Warneton in België in 1999, ter ere van de plaats van het Kerstbestand tijdens de Eerste Wereldoorlog in 1914.

## Brazilië

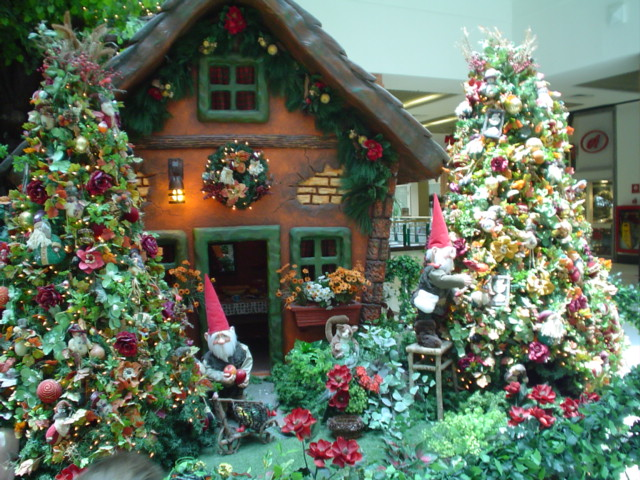
Kerstversiering in Brazilië

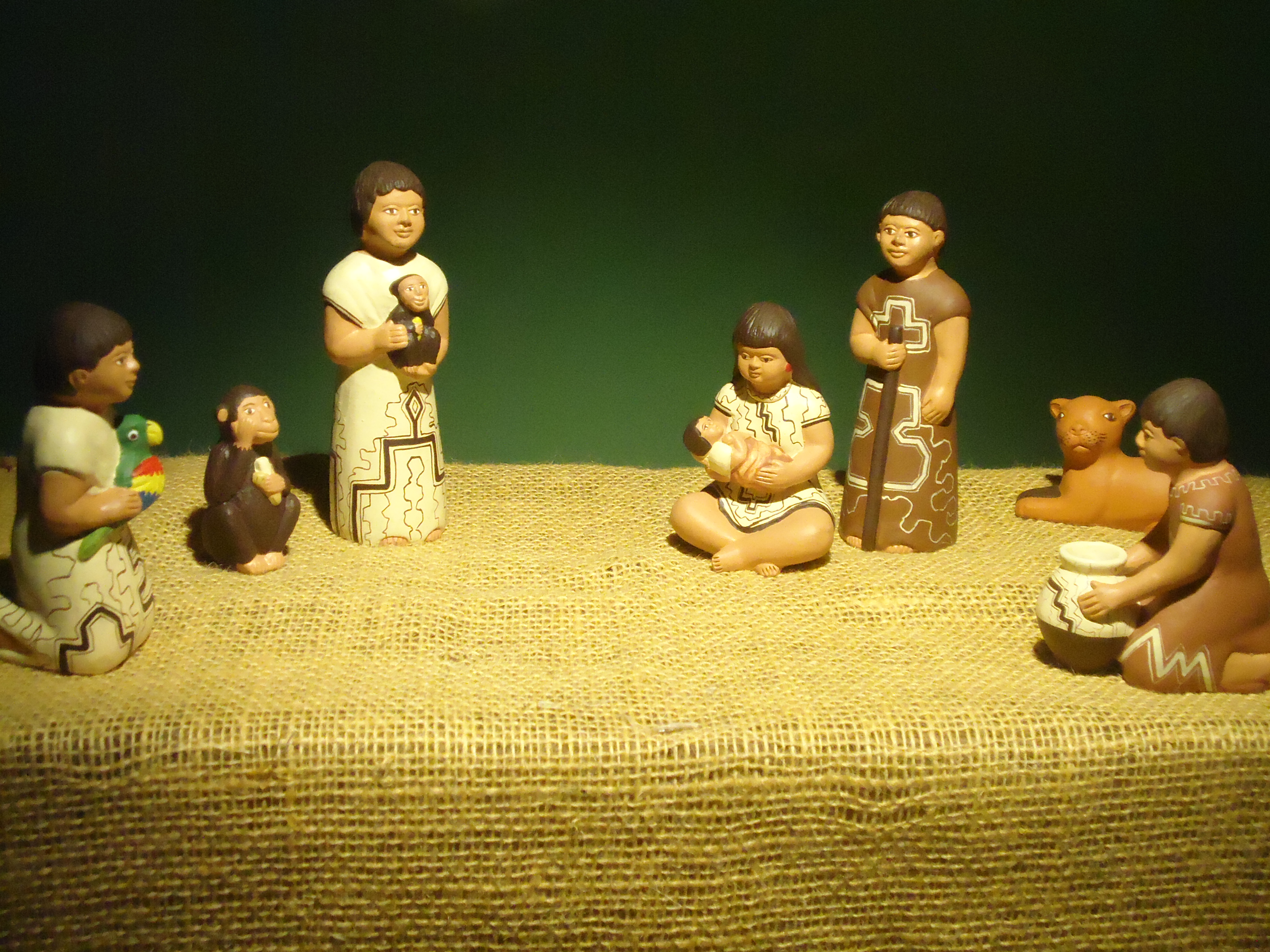
Kerststal

De traditie van de Kerstman bestond in Brazilië niet in de 19e eeuw. Zijn populariteit begon te groeien in het begin van de 20e eeuw, met een vroege afbeelding van hem (al in rood-witte gewaden) die verscheen in de editie van 24 december 1904 van het Braziliaanse tijdschrift O Malho. Vovô Índi is een personage dat in de jaren dertig werd bedacht met de bedoeling om de Kerstman in Brazilië te vervangen. Bij zijn debuut kreeg hij kritiek en spot te verduren en in 1938 was hij vrijwel verdwenen.

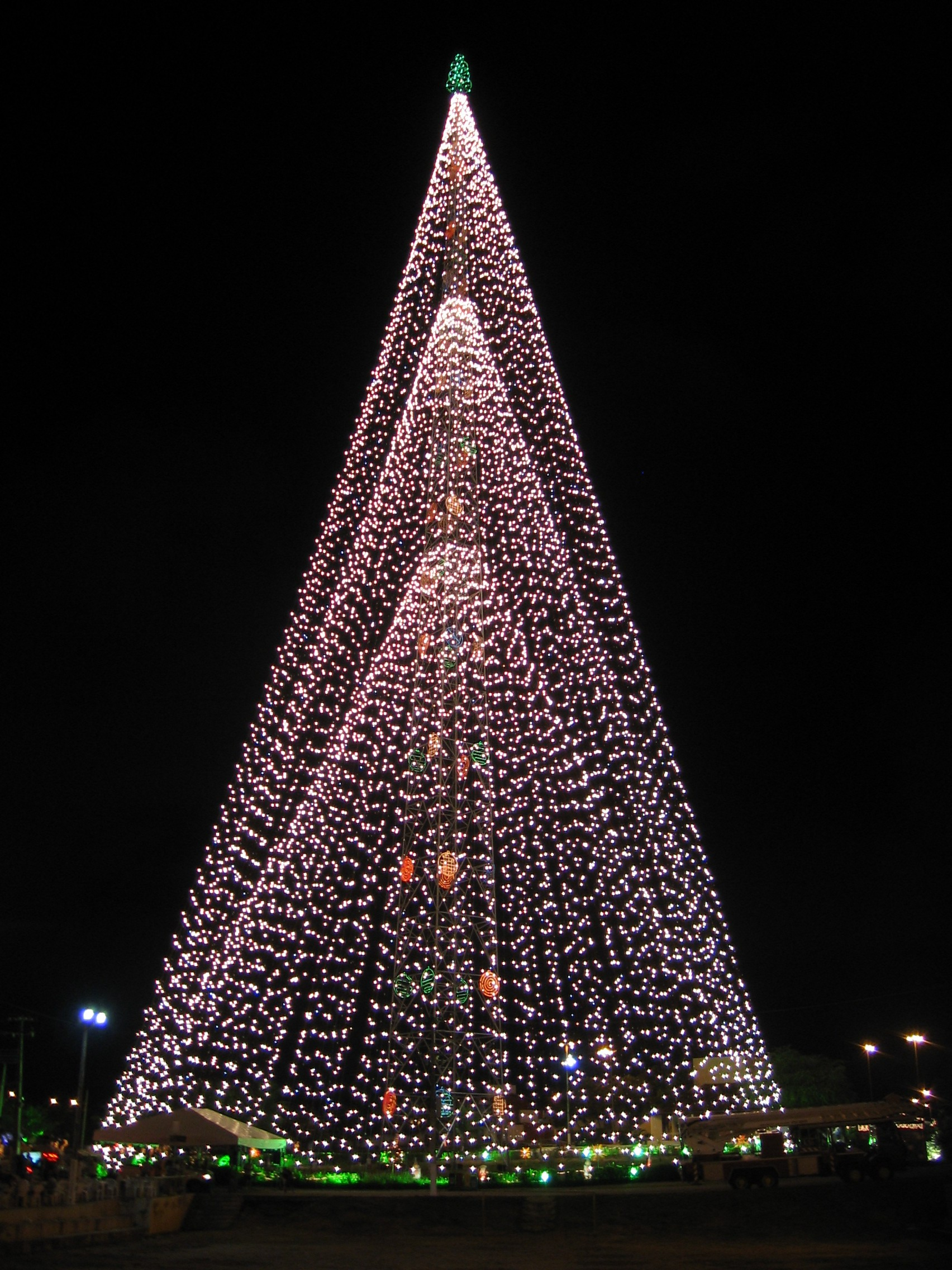
Árvore de natal, 2009
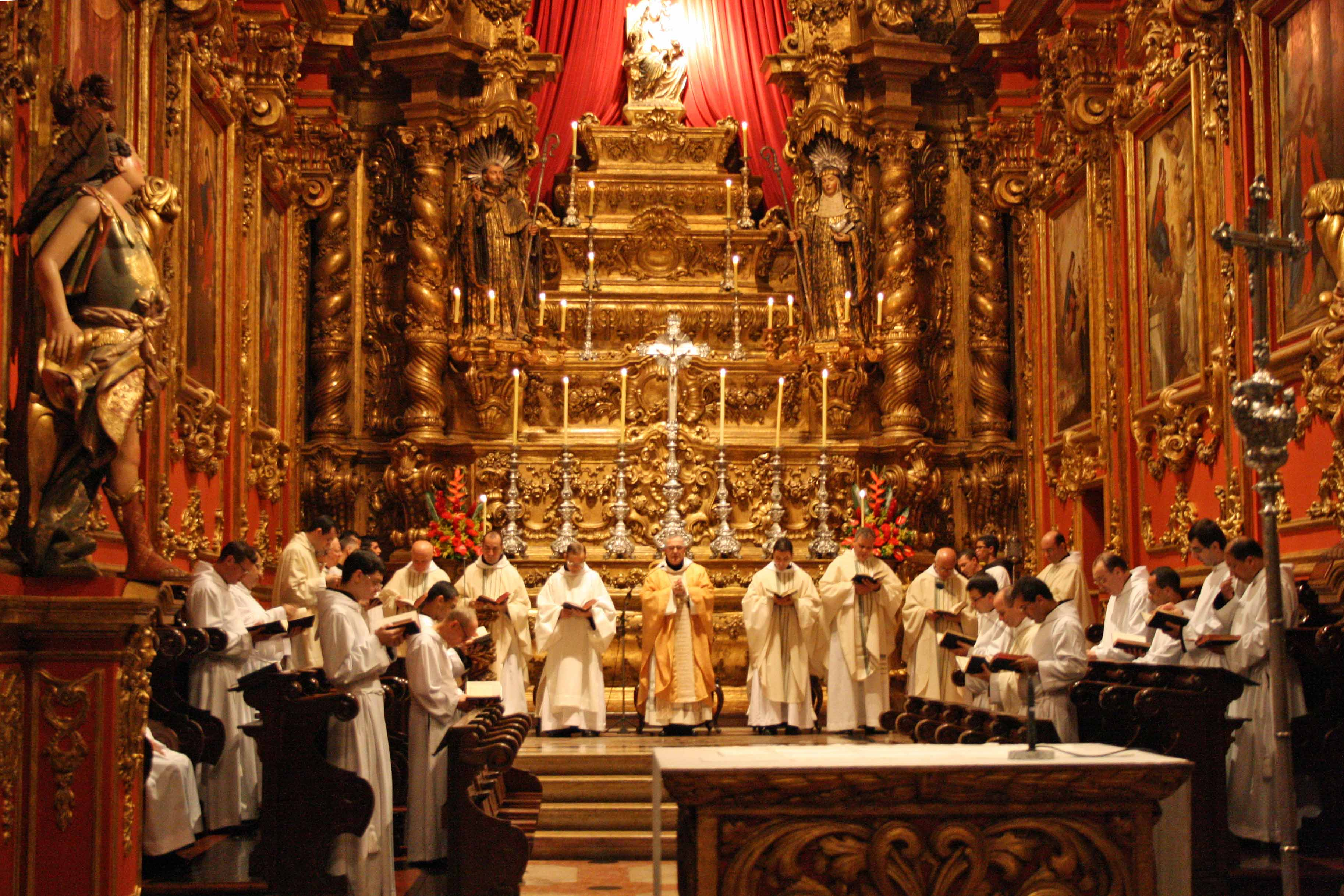
Kerstmis
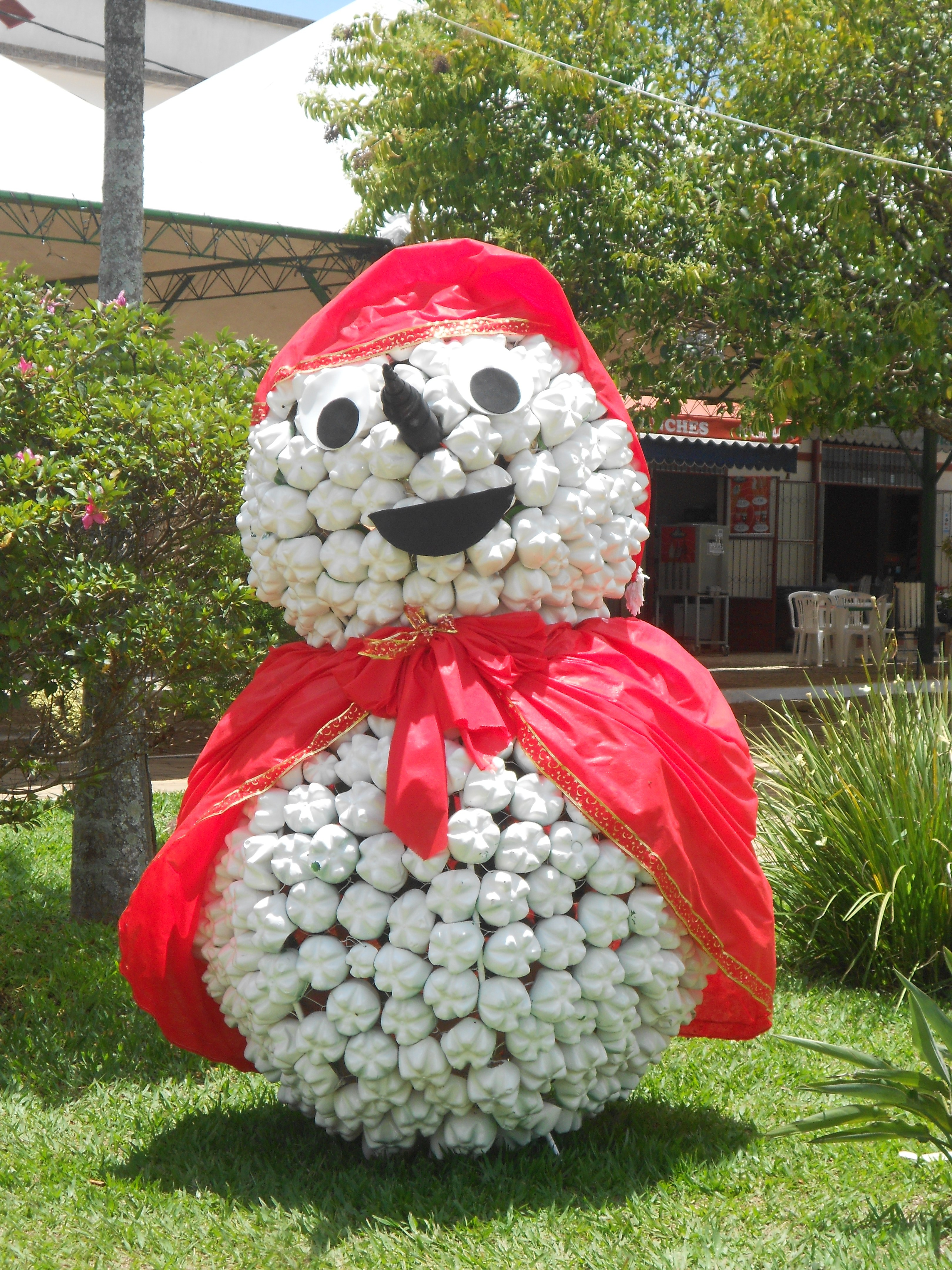
Sneeuwpop
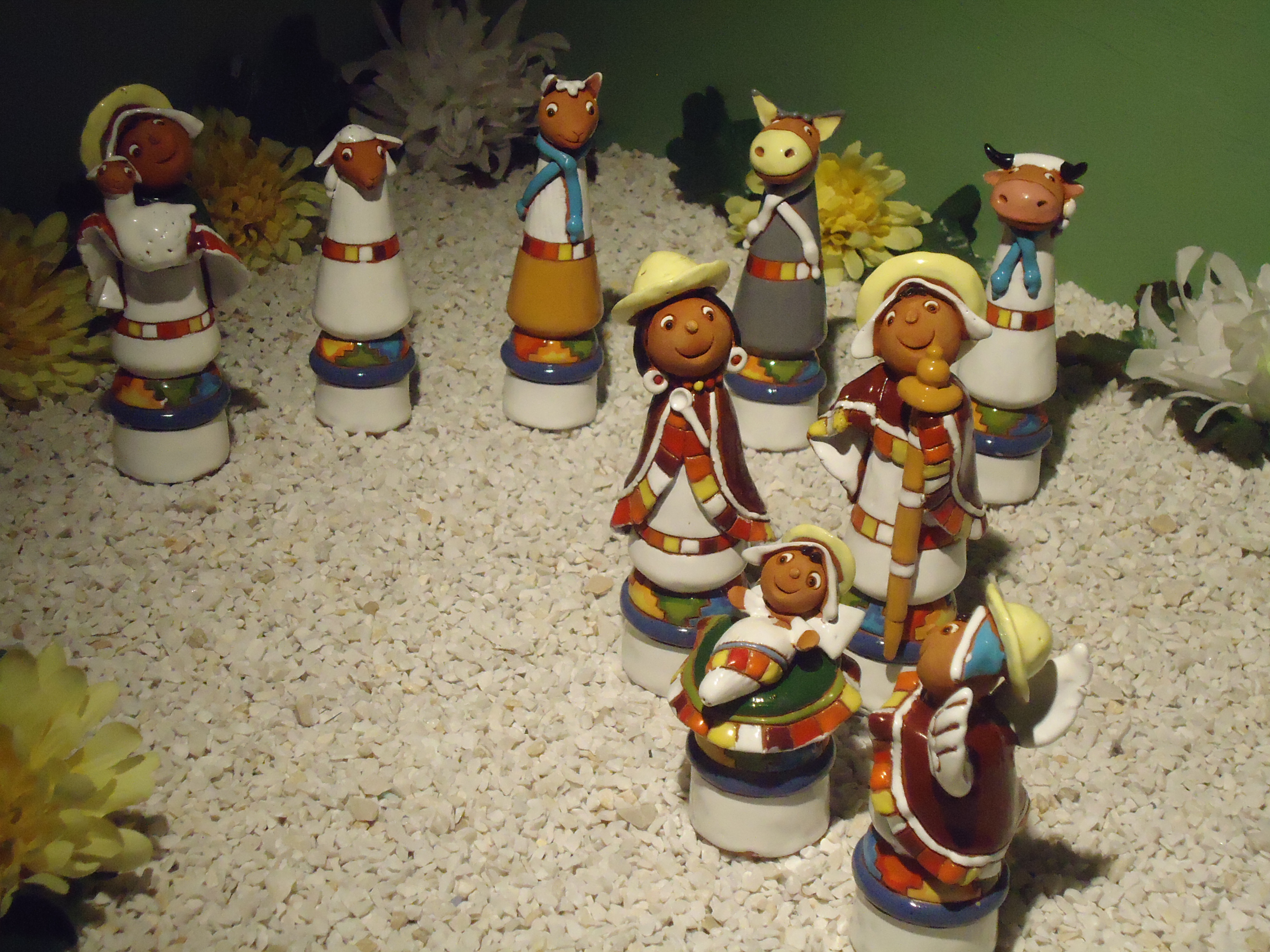
Kerststal
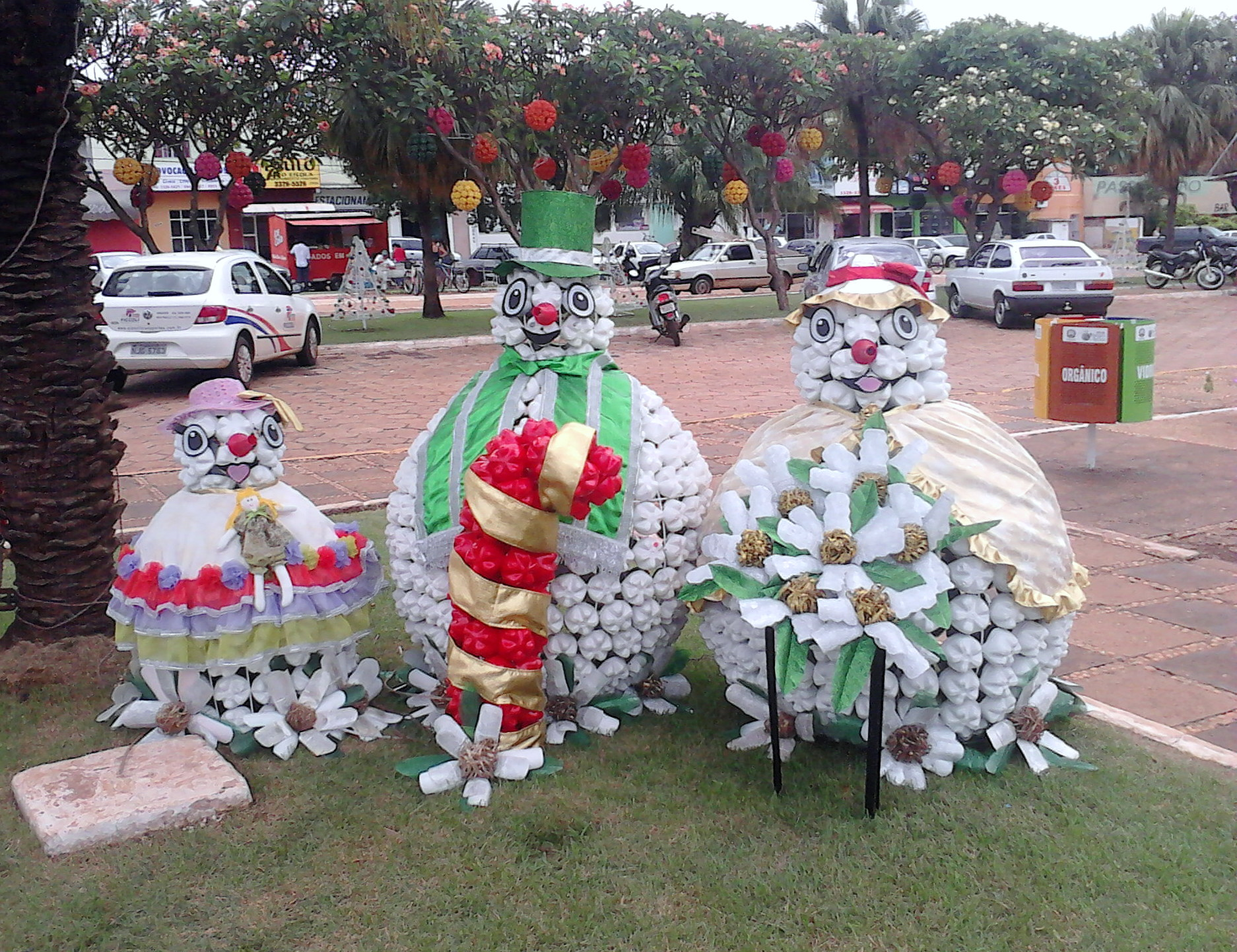
Sneeuwpoppen en zuurstok
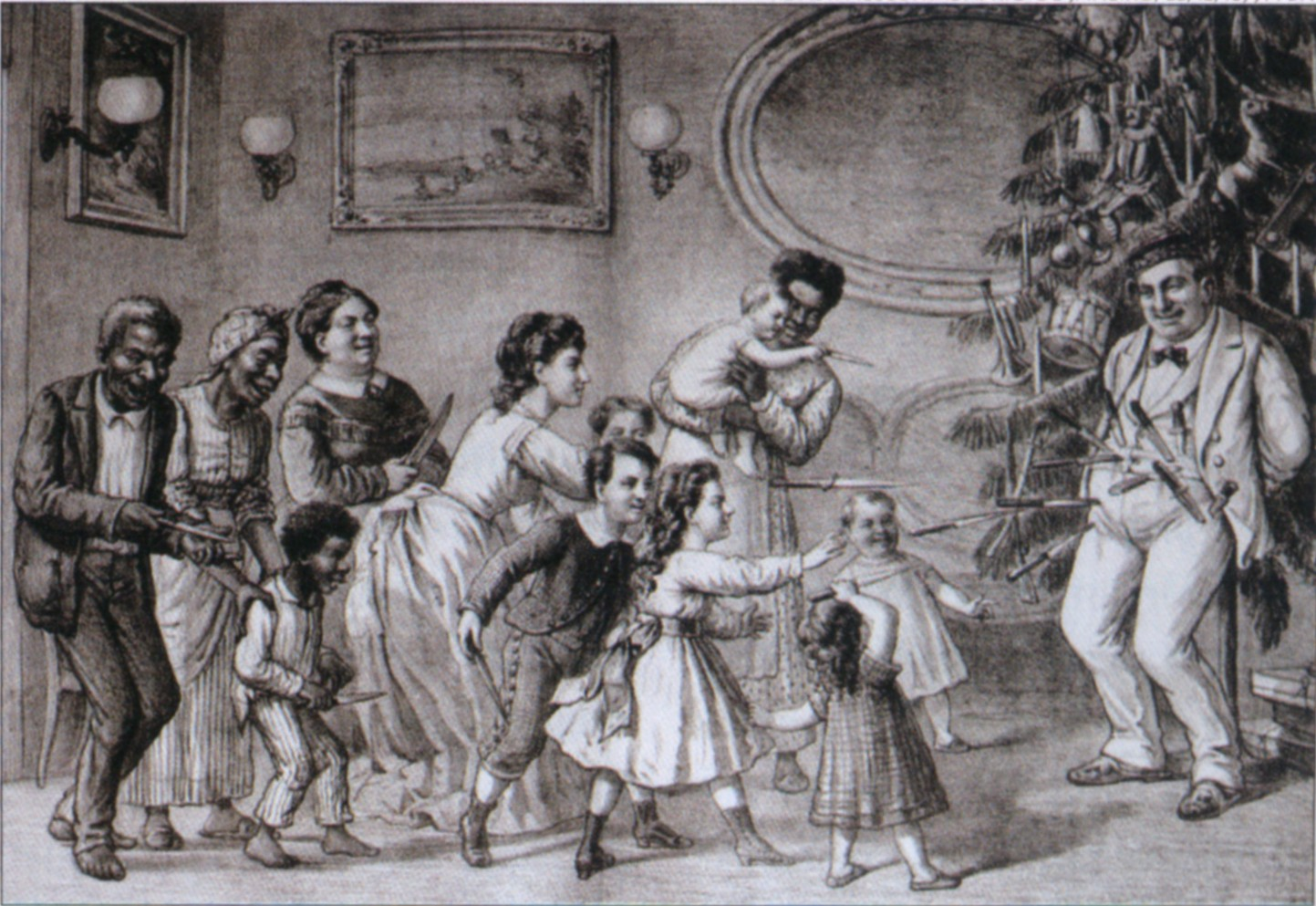
De eerste illustratie van een kerstboom in Brazilië, Revista Illustrada, 22 december 1877
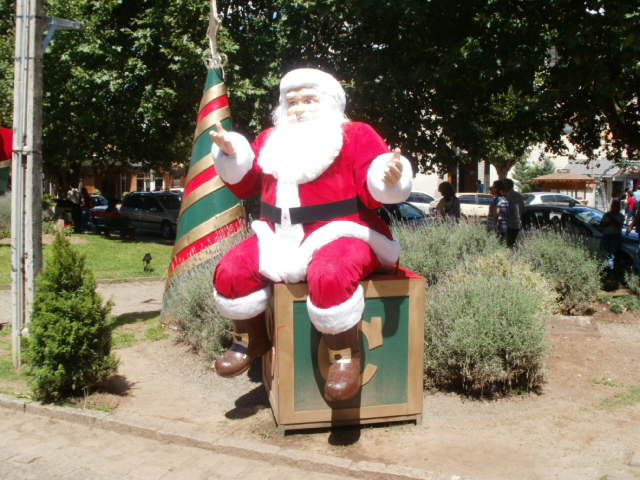
Kerstman
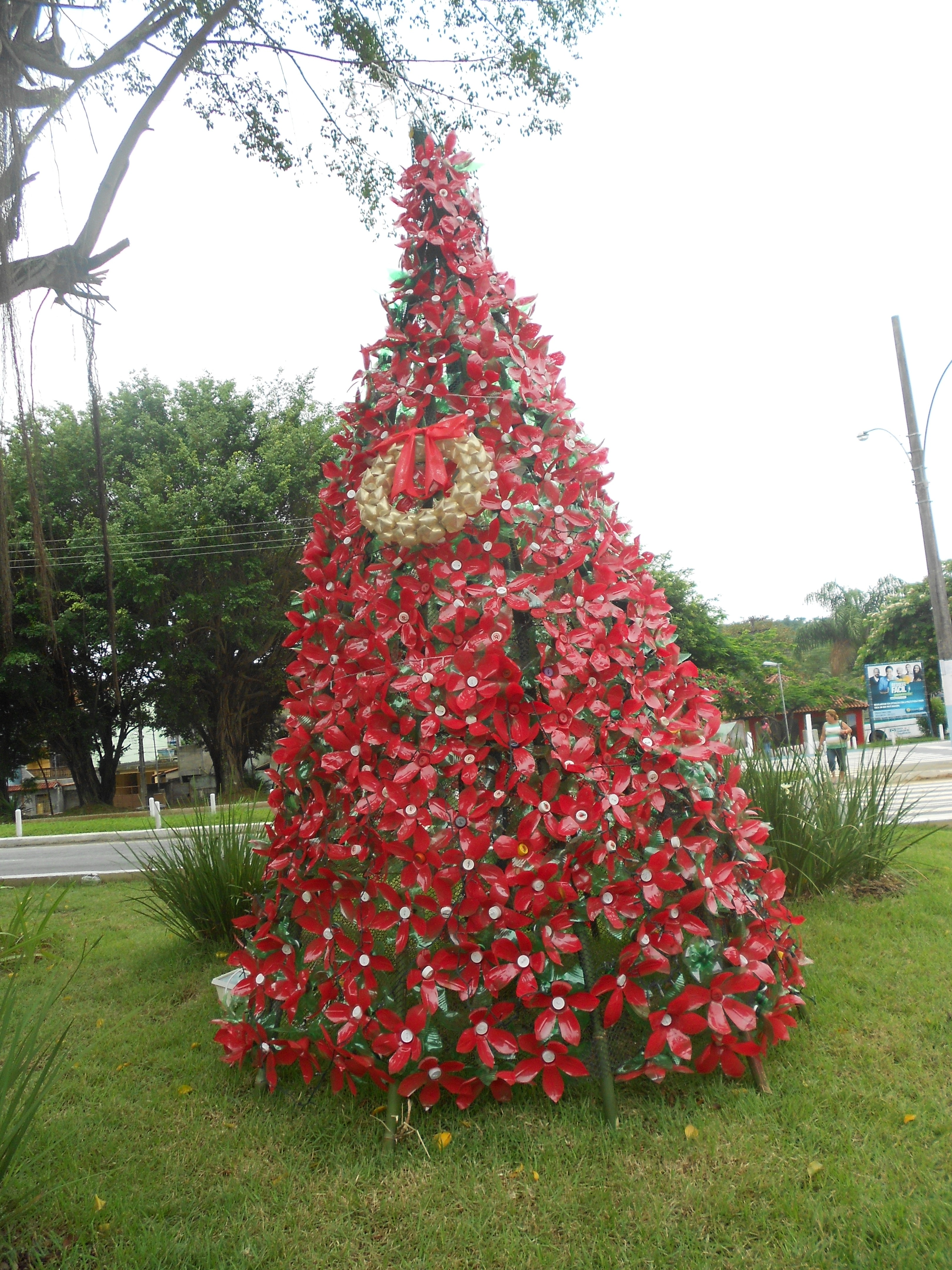
Kerstboom
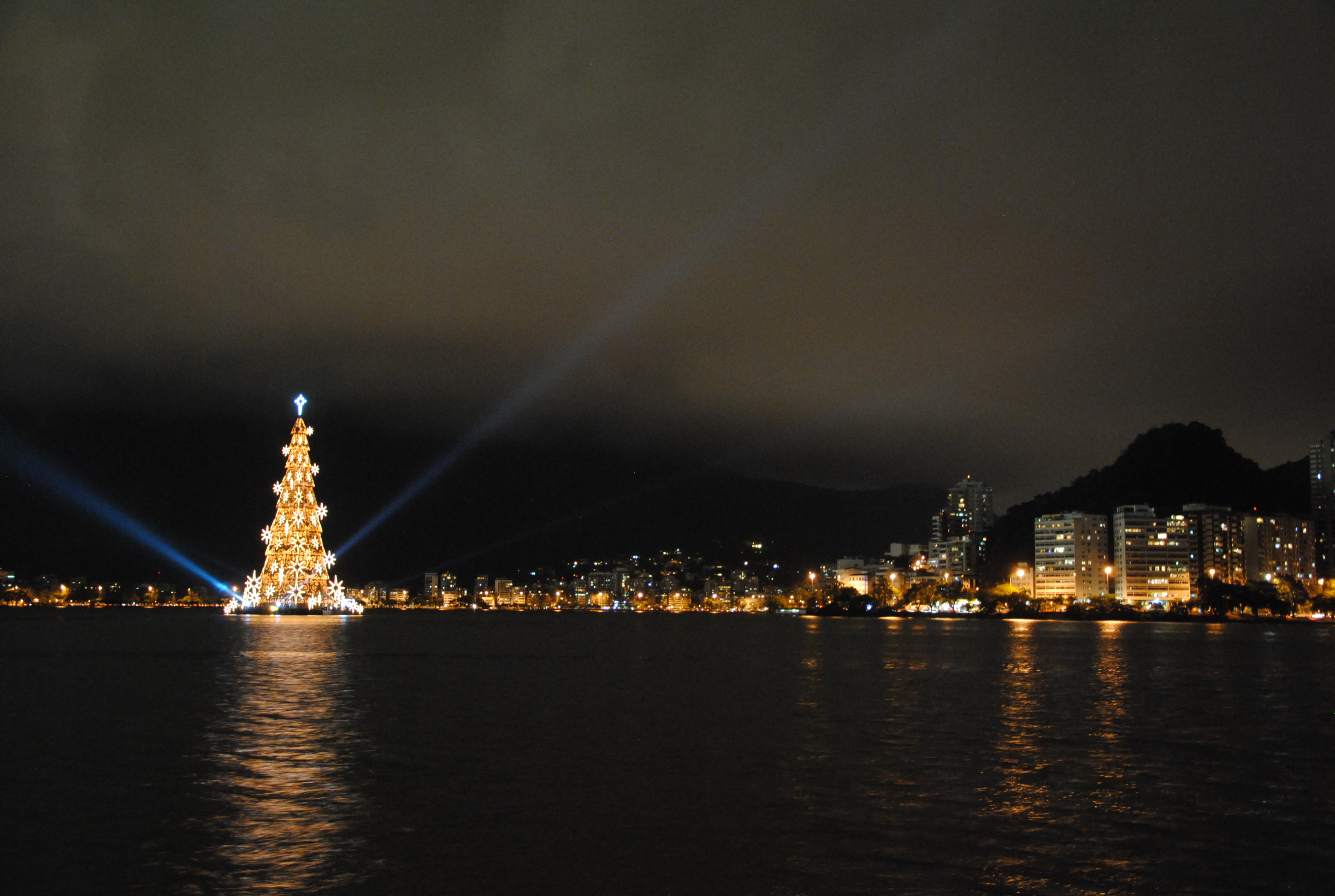
De grootste drijvende kerstboom ter wereld
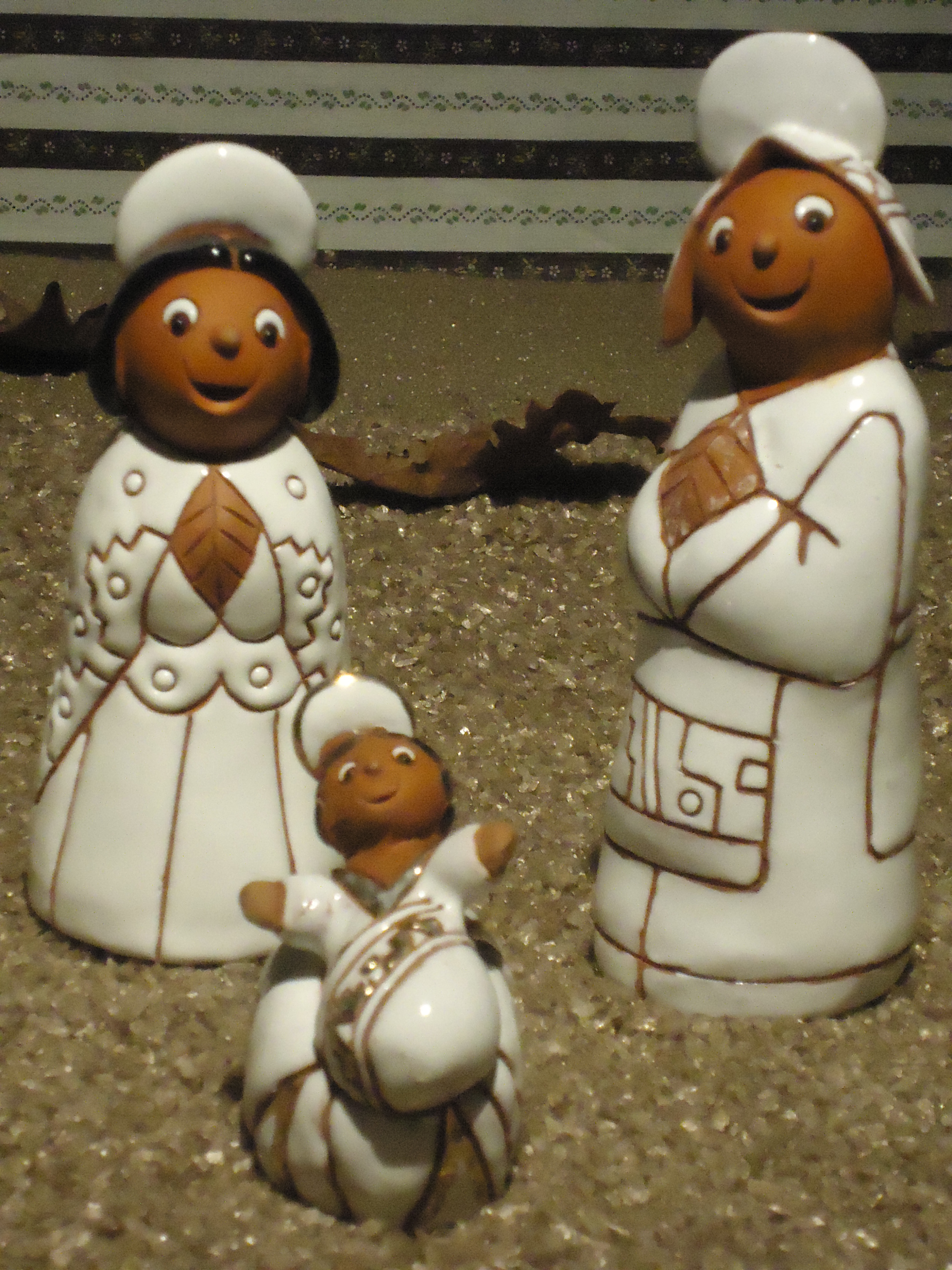
Kerststal
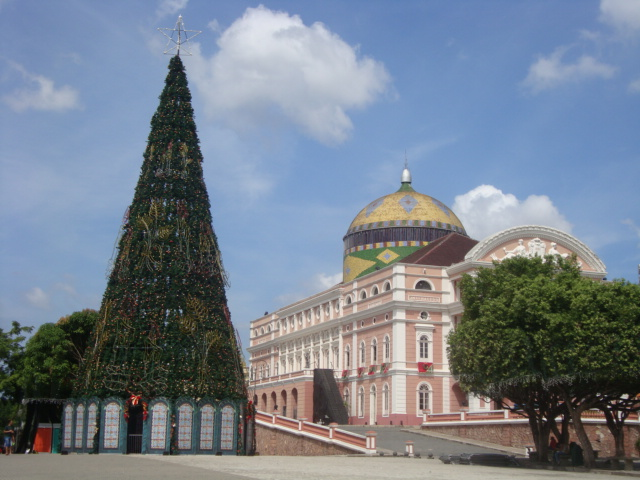
Kerstboom in Manaus
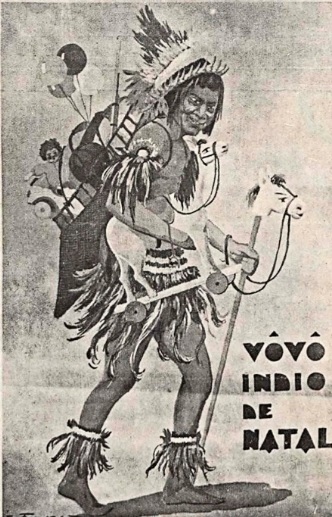
Kersticoon Vovó Indio (Opa Indiaan) komt voor vanaf 1920

## Bolivia

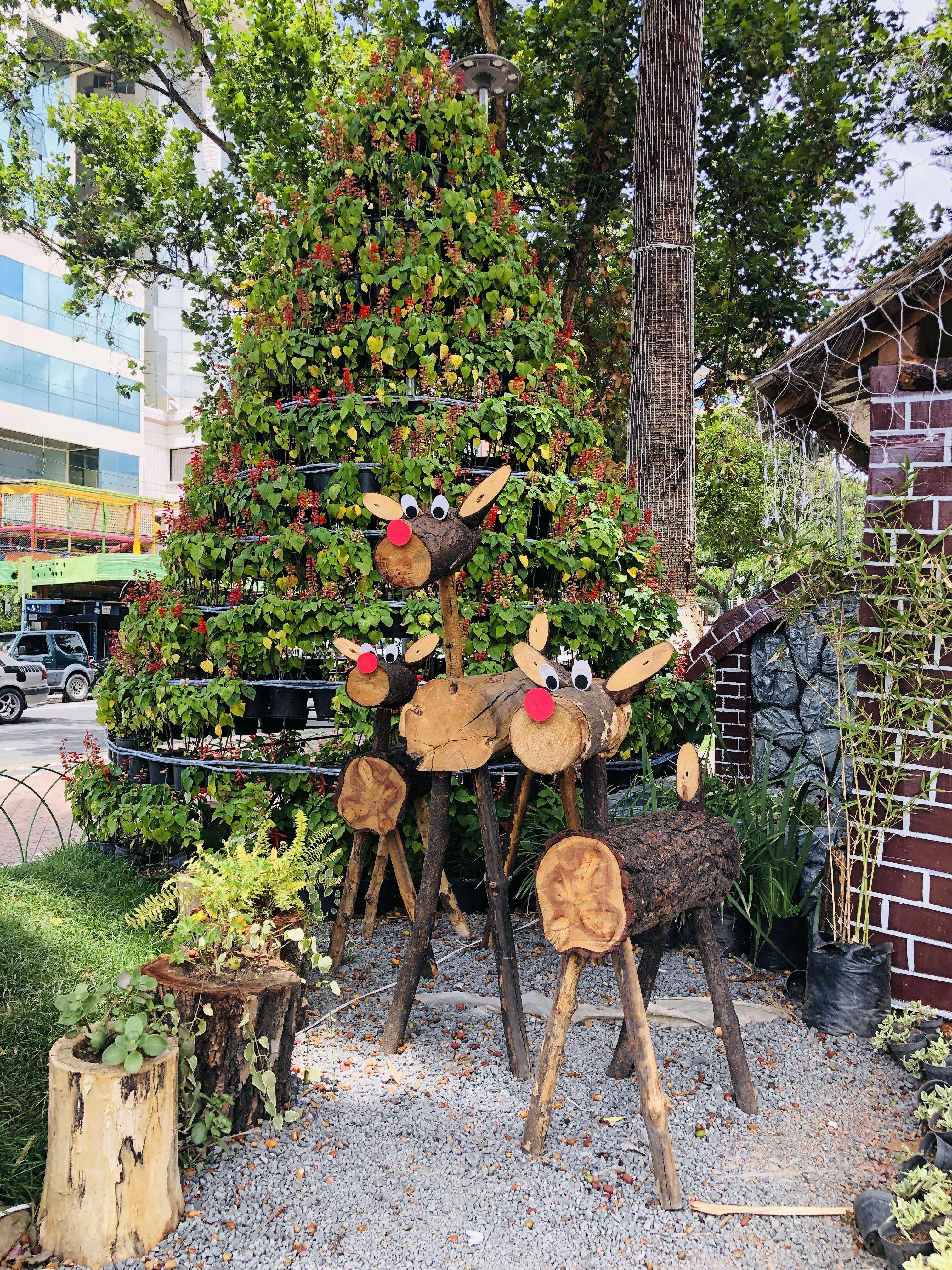
Kerstversiering in Cochabamba
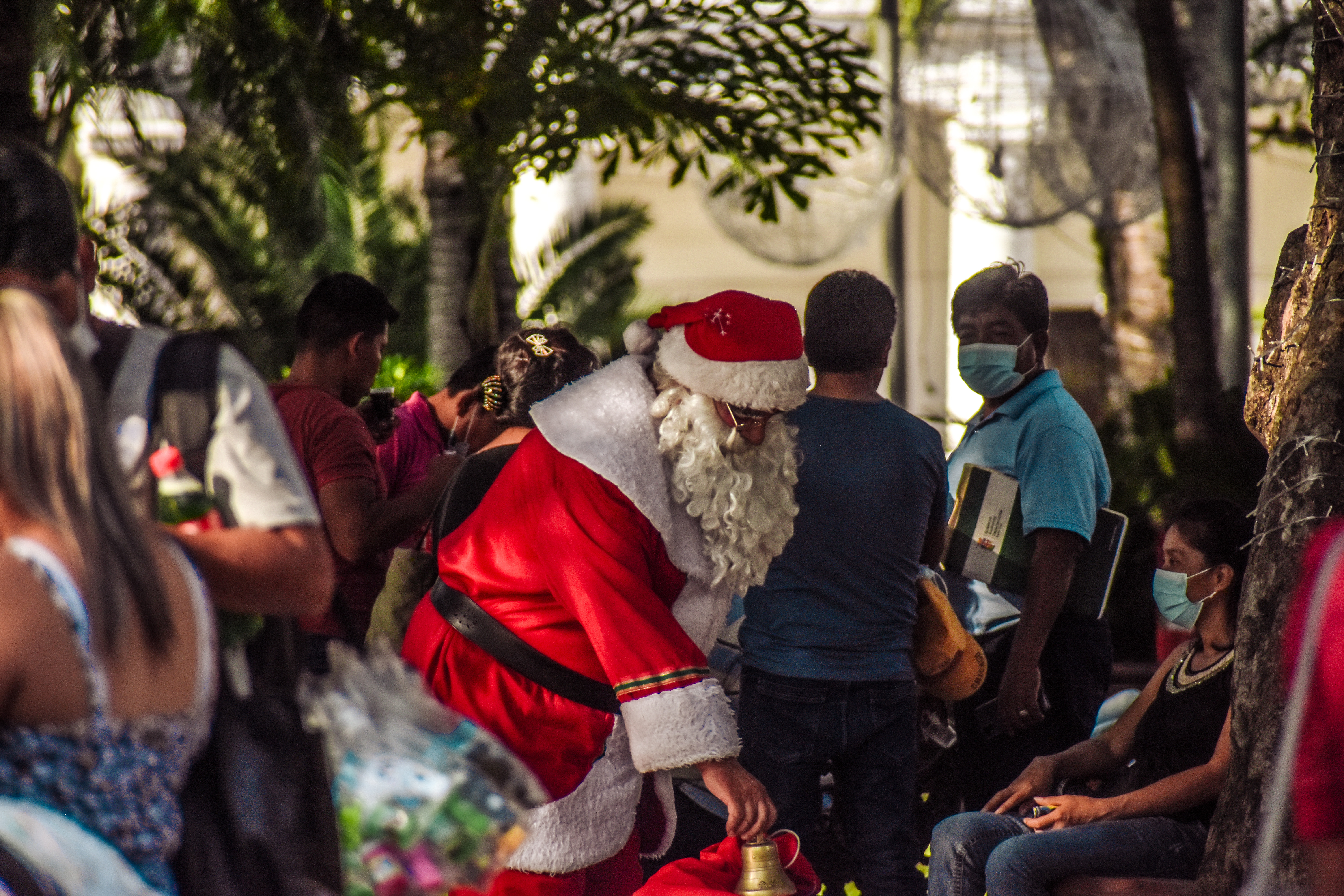
Papá Noel in Santa Cruz
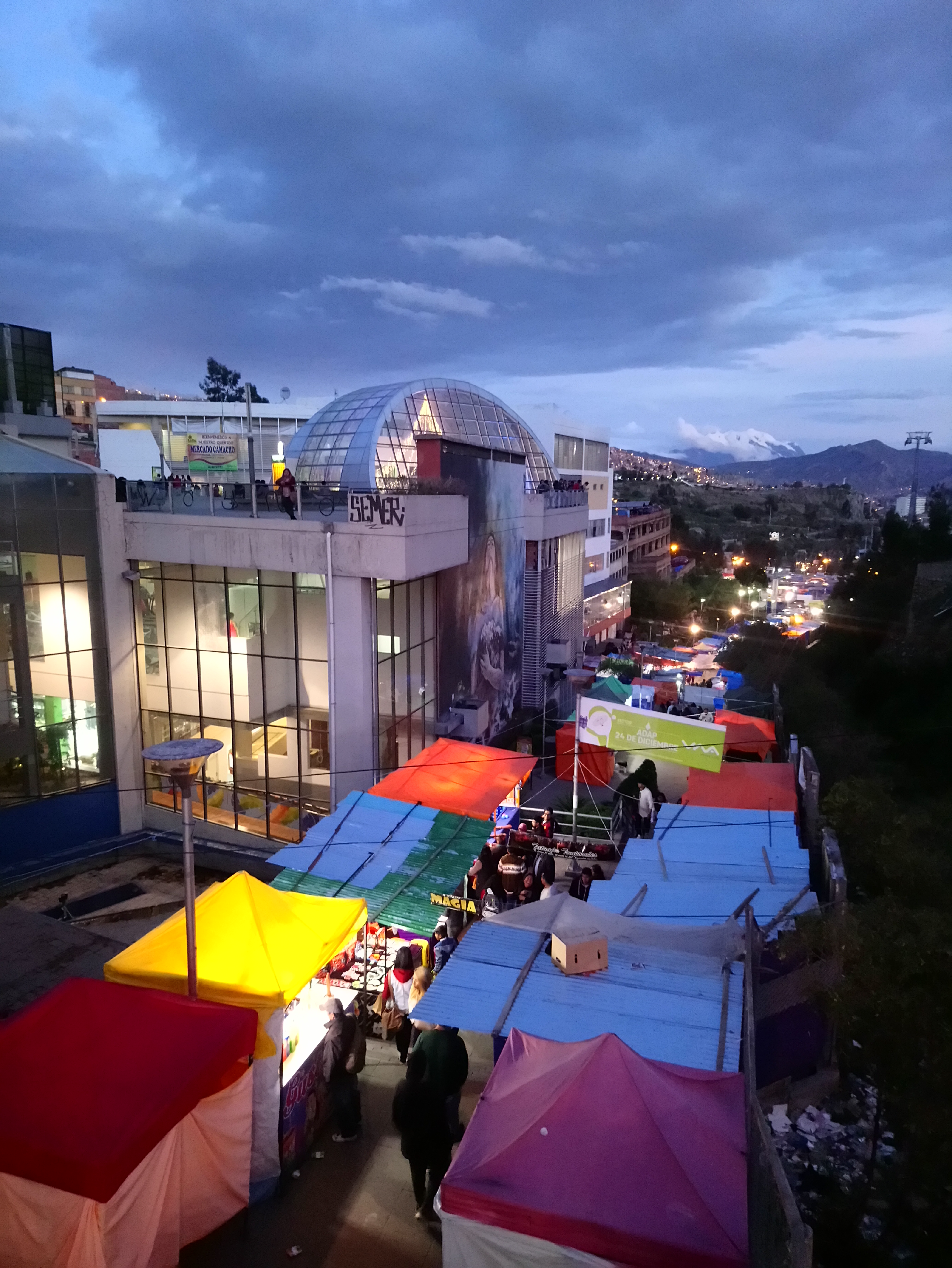
Kerstmarkt in de Núñez del Prado-passage, tegenover de Camacho-markt
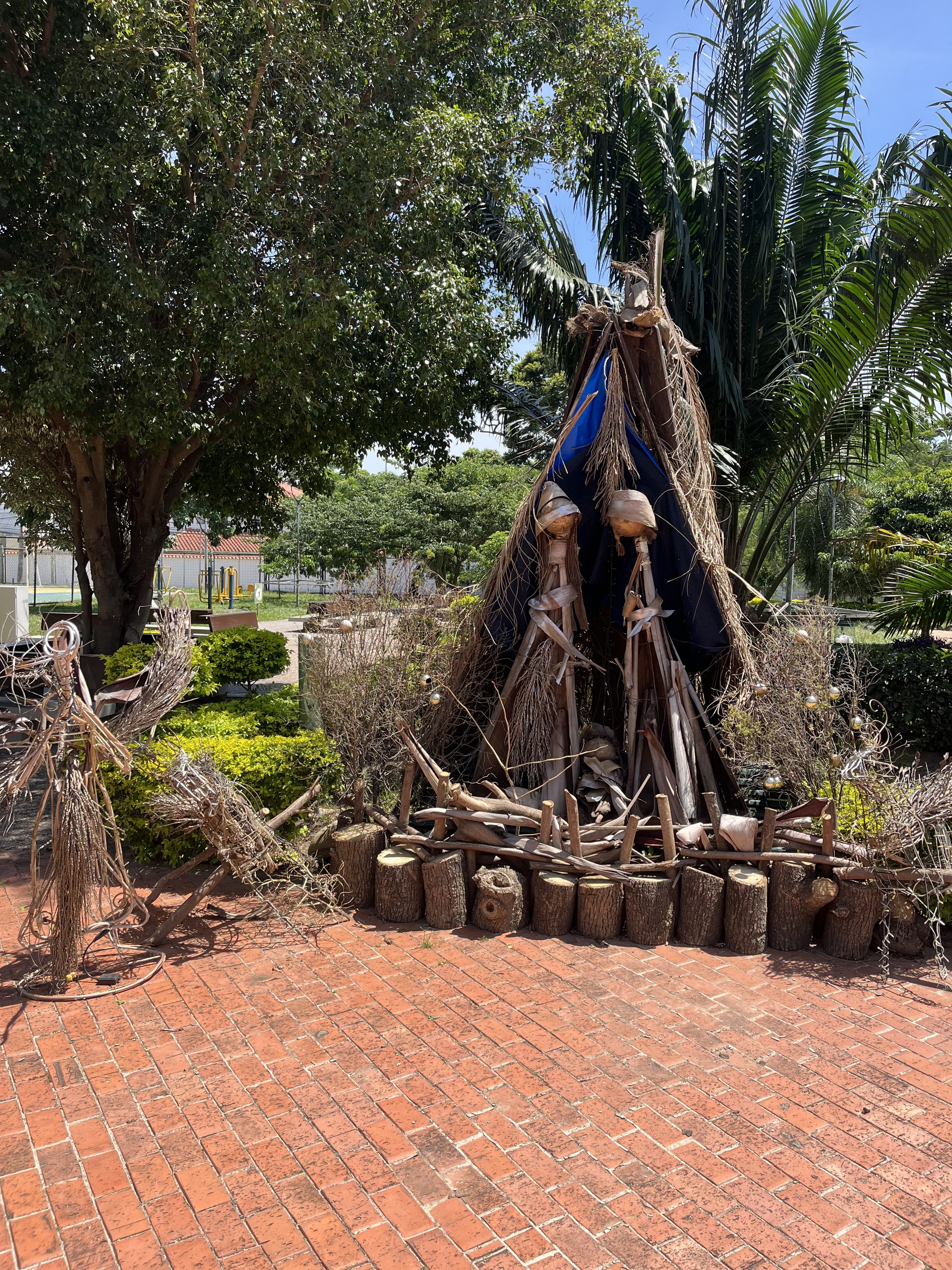
Kerststal in Santa Cruz de Sierra
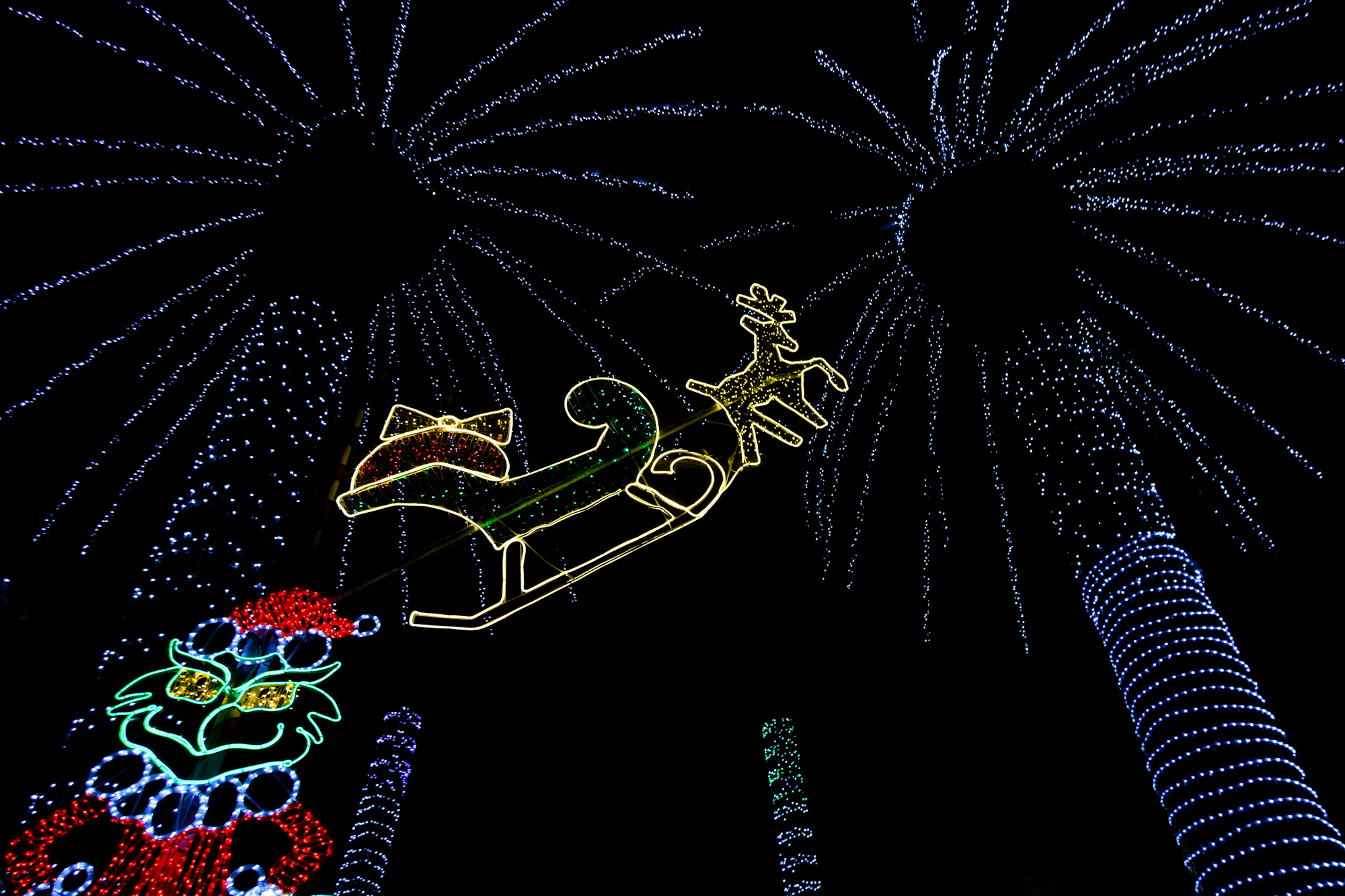
Kerstversiering van de kerstman en verlichte palmbomen

## Bosnië
In Bosnië wordt Kolyada gevierd.

## Brunei

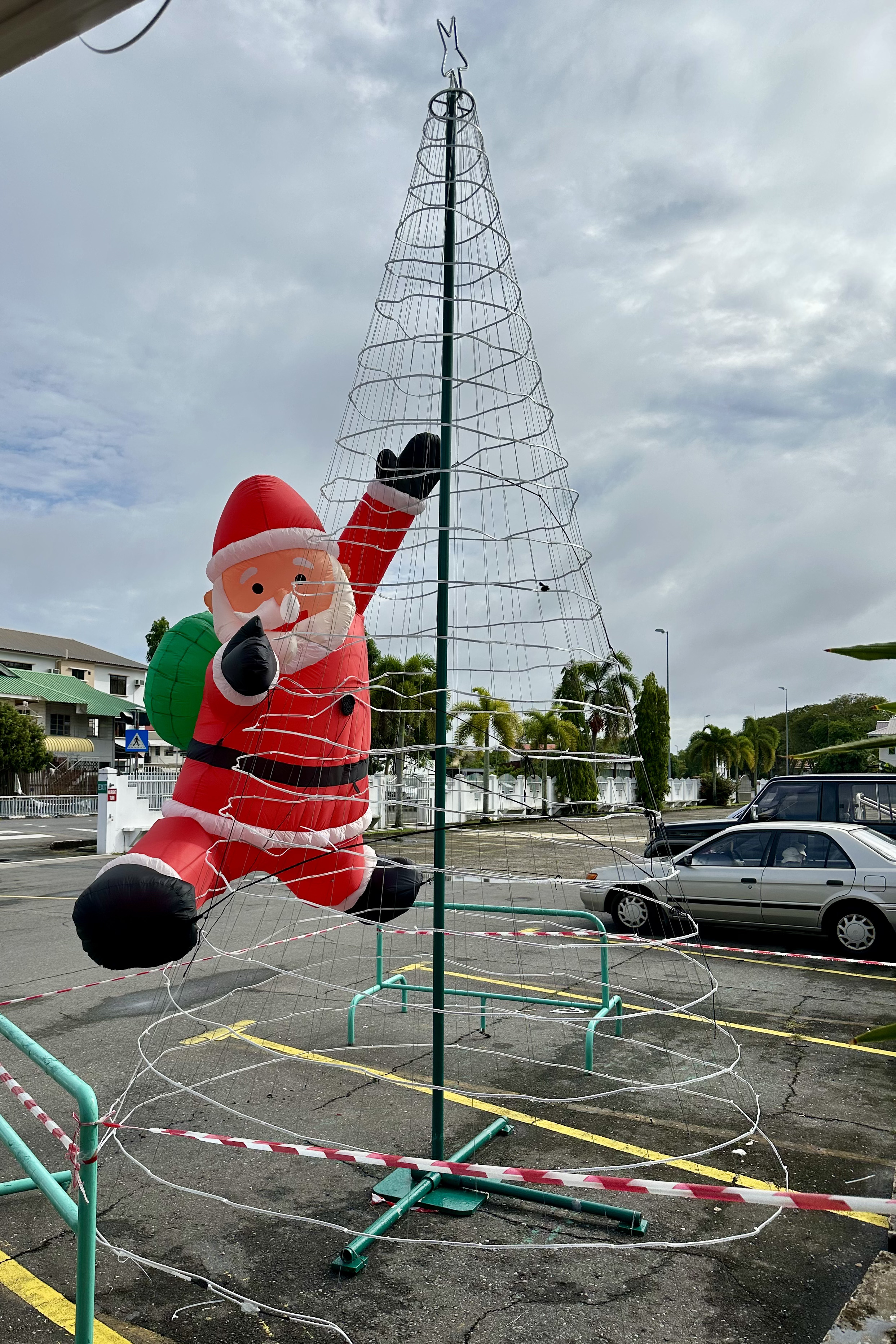
Kerstversiering bij de St. John's Church in Brunei

## Bulgarije

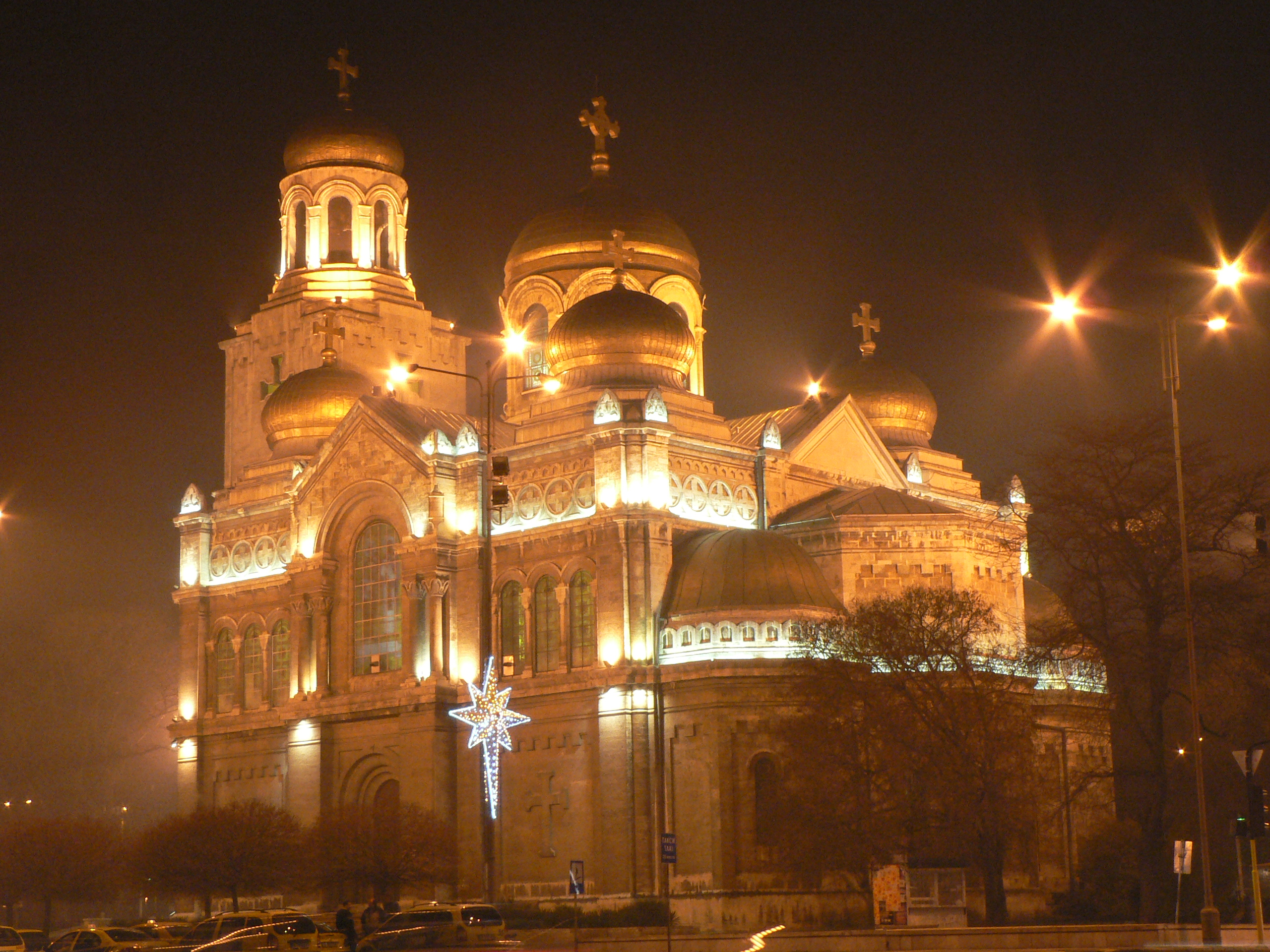
De Kathedraal van de Ontslapenis van de Moeder Gods (Varna) is verlicht tijdens het kerstfeest

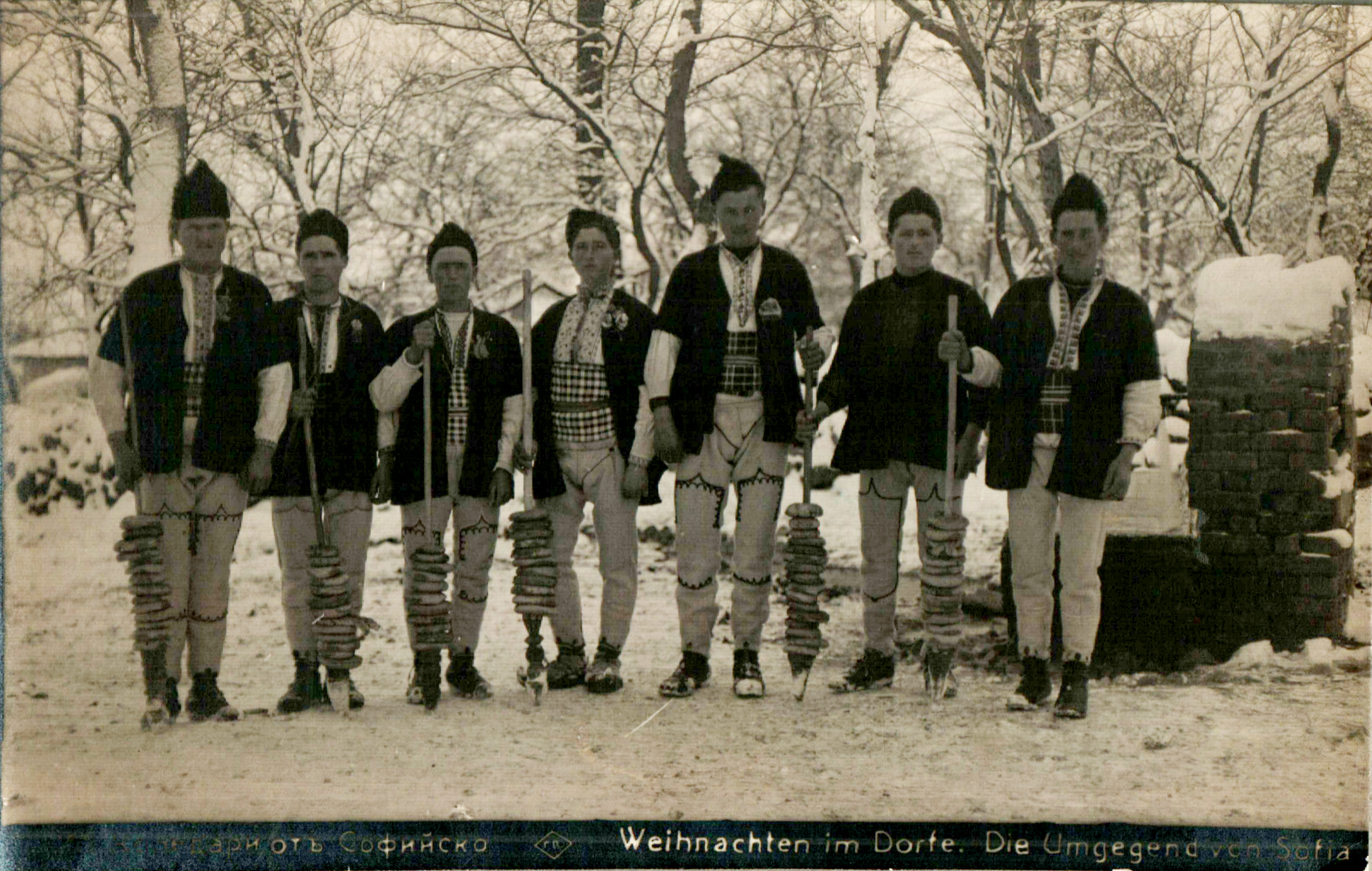
Koledari (met broden om hun stokken verzameld) in Sofia, 1938

In Bulgarije wordt Koleduvane uitgevoerd.
In Bulgarije bestaat de maaltijd uit een oneven aantal vastengerechten, in overeenstemming met de regels van het vasten. Het zijn meestal de traditionele sarma, bob chorba (bonensoep), fortune kravai (gebak met een fortuin erin; ook wel bogovitsa, vechernik of kolednik genoemd), gevulde paprika's, noten, gedroogd fruit en gekookte tarwe. De maaltijd wordt vaak vergezeld door wijn of de traditionele Bulgaarse alcoholische drank rakia, vroeger olovina (een soort zelfgemaakt roggebier). De maaltijden werden vroeger op hooi gelegd, direct op de vloer, samen met een ploegschaar of een kouter.

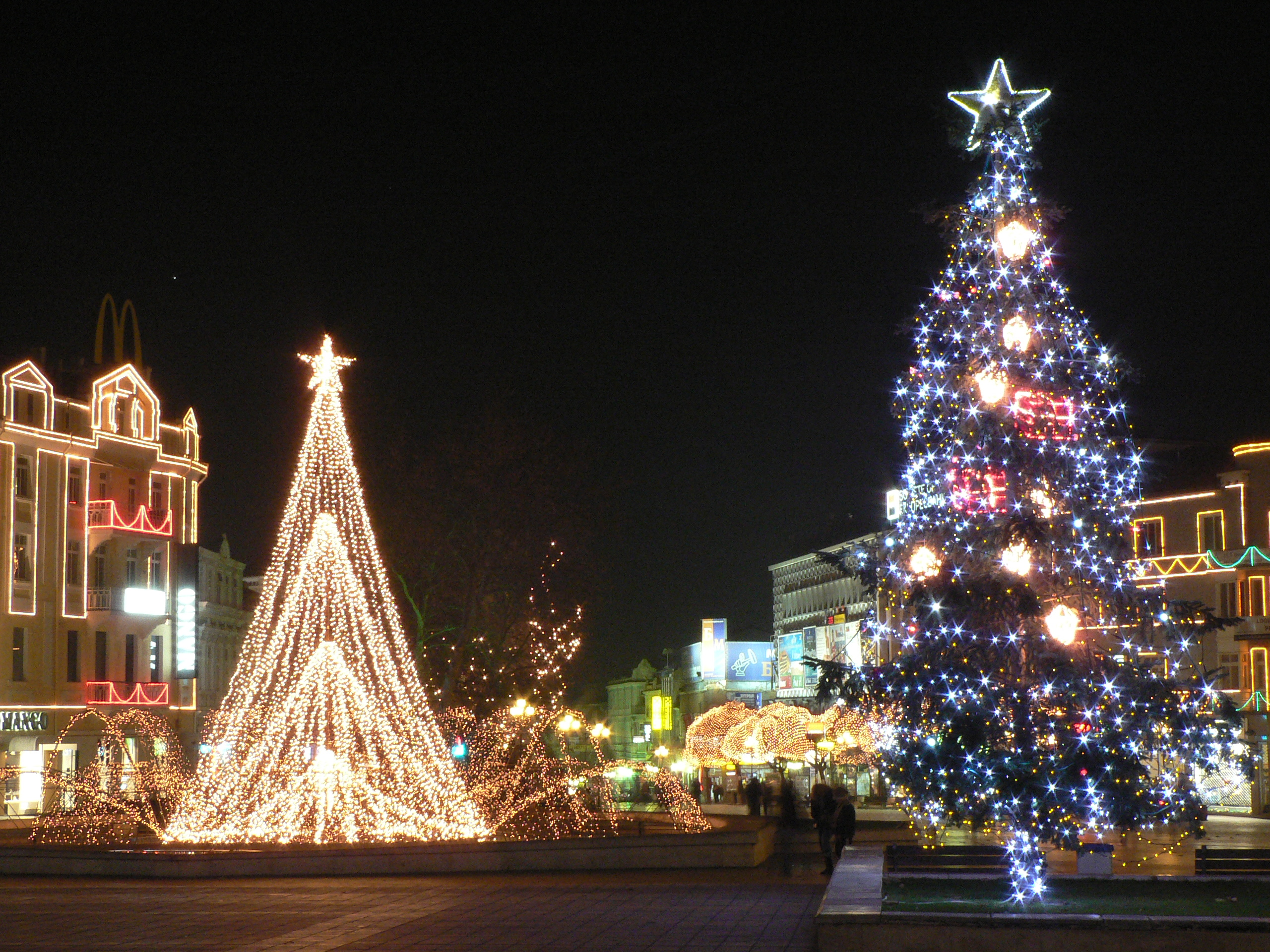
Kerstboom in Varna
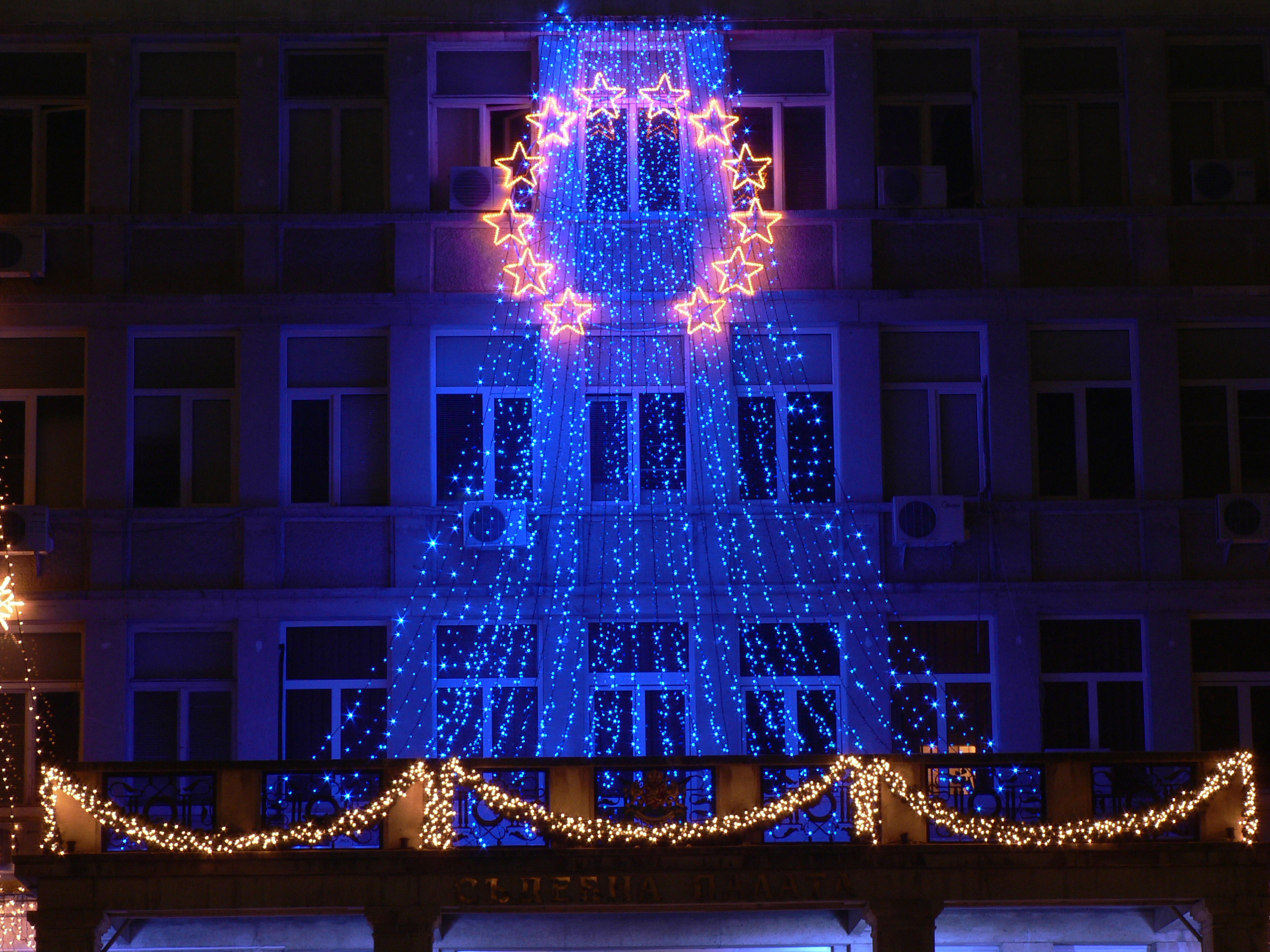
Kerstversiering in Varna
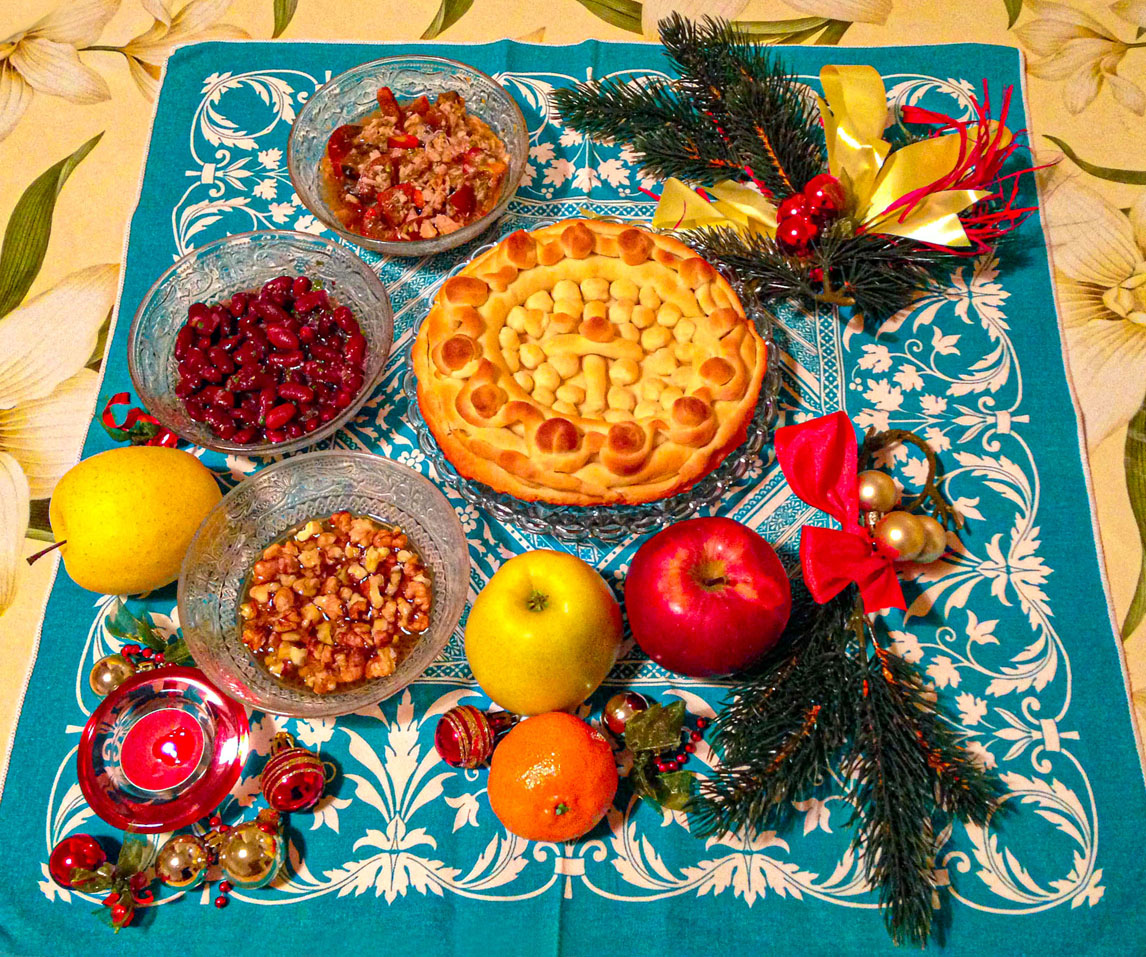
Traditionele kerstgerechten voor kerstavond in Bulgarije
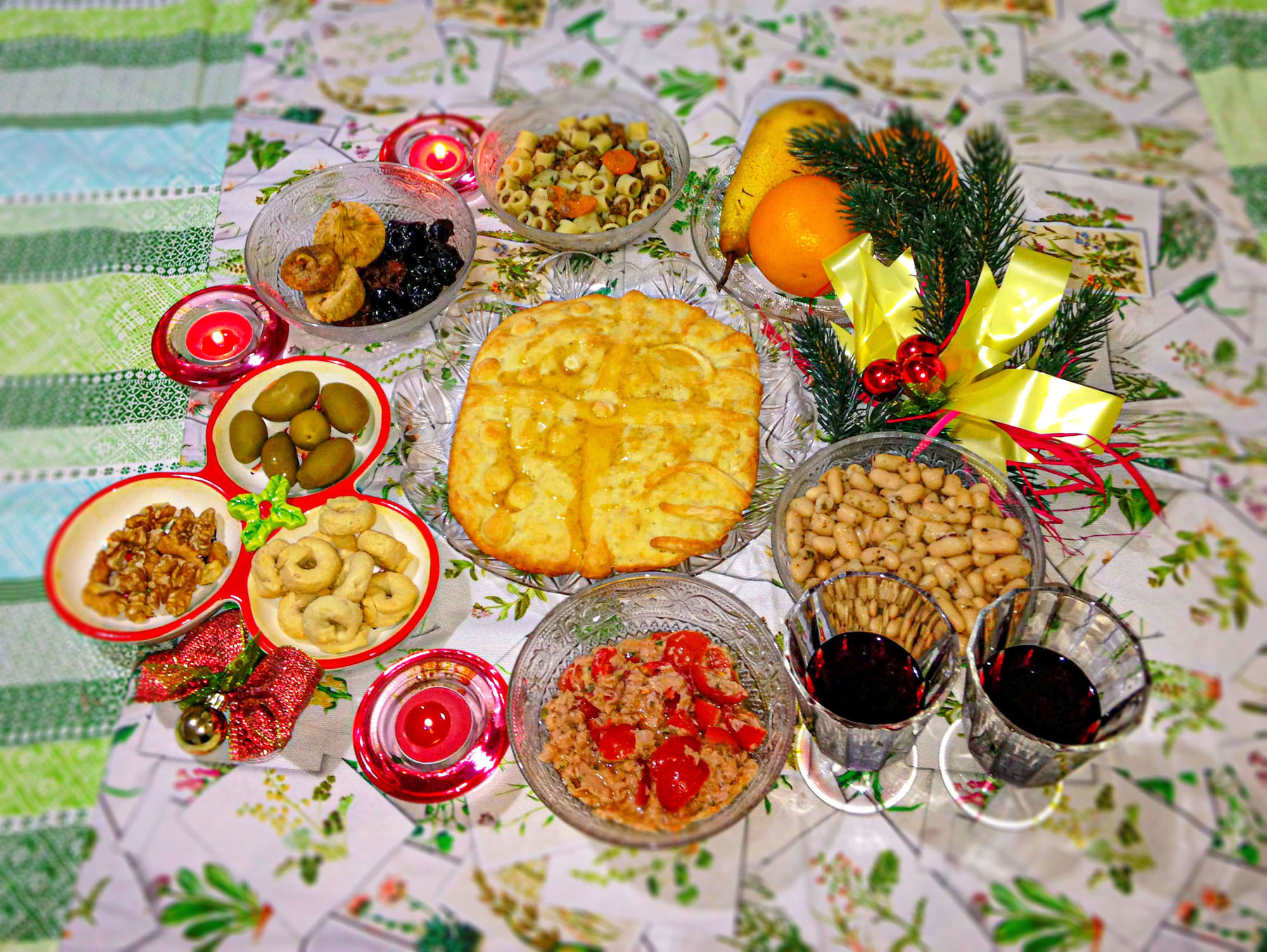
Traditioneel kerstdiner in Bulgarije
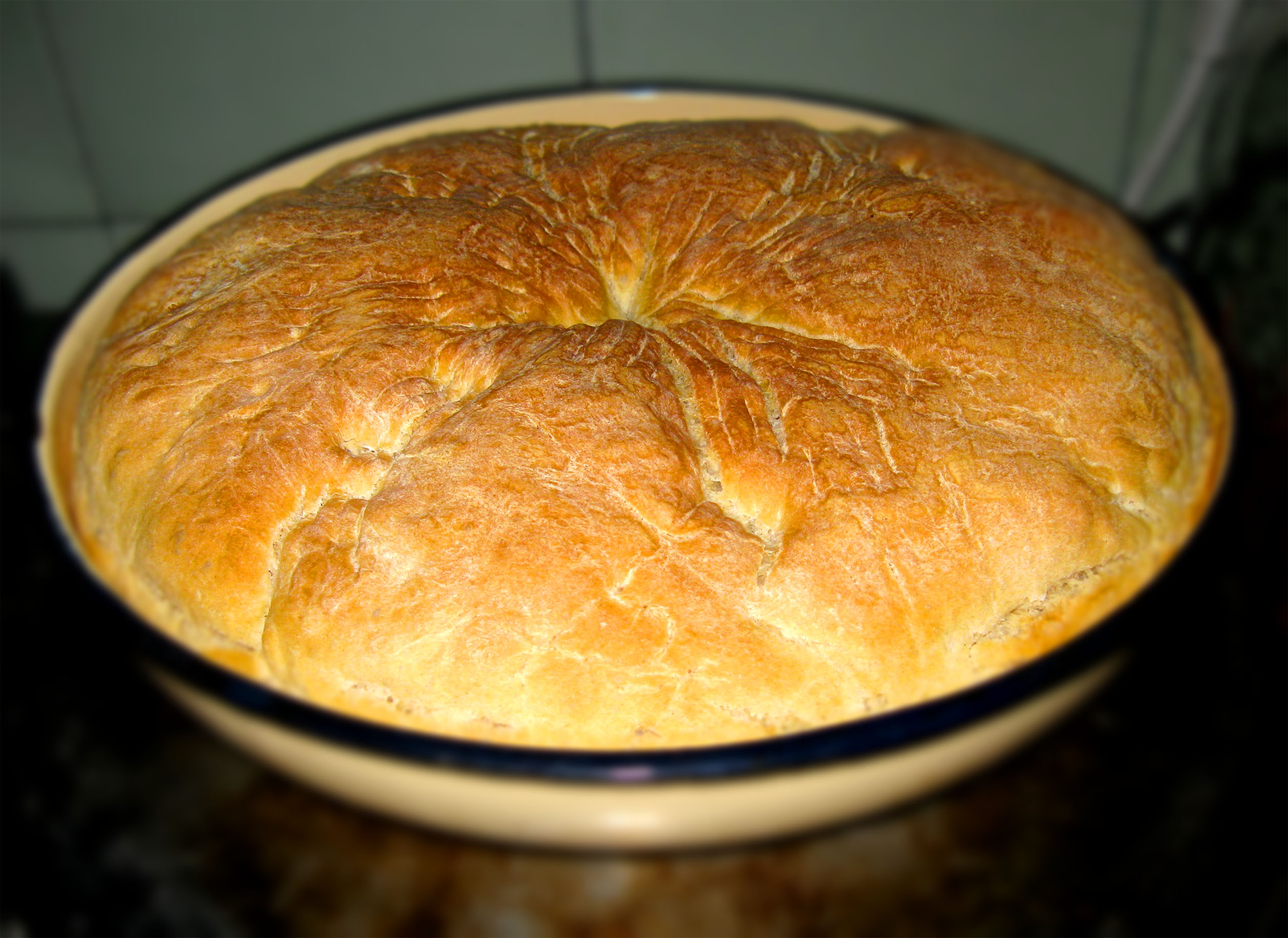
Koledna pita, 24 december 2010
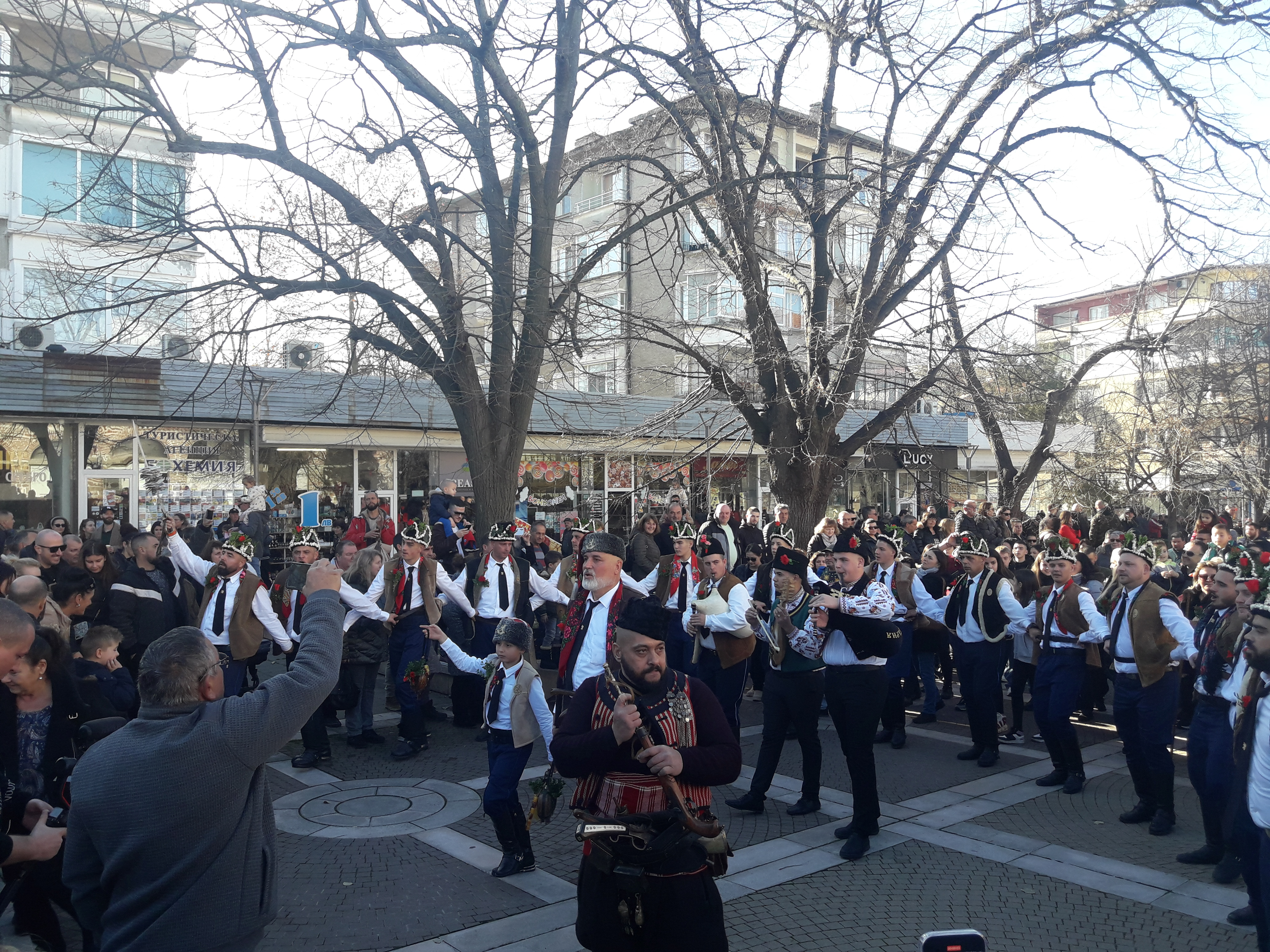
Een eeuwenoude traditionele dans voor kerstmis uit de stad Jambol
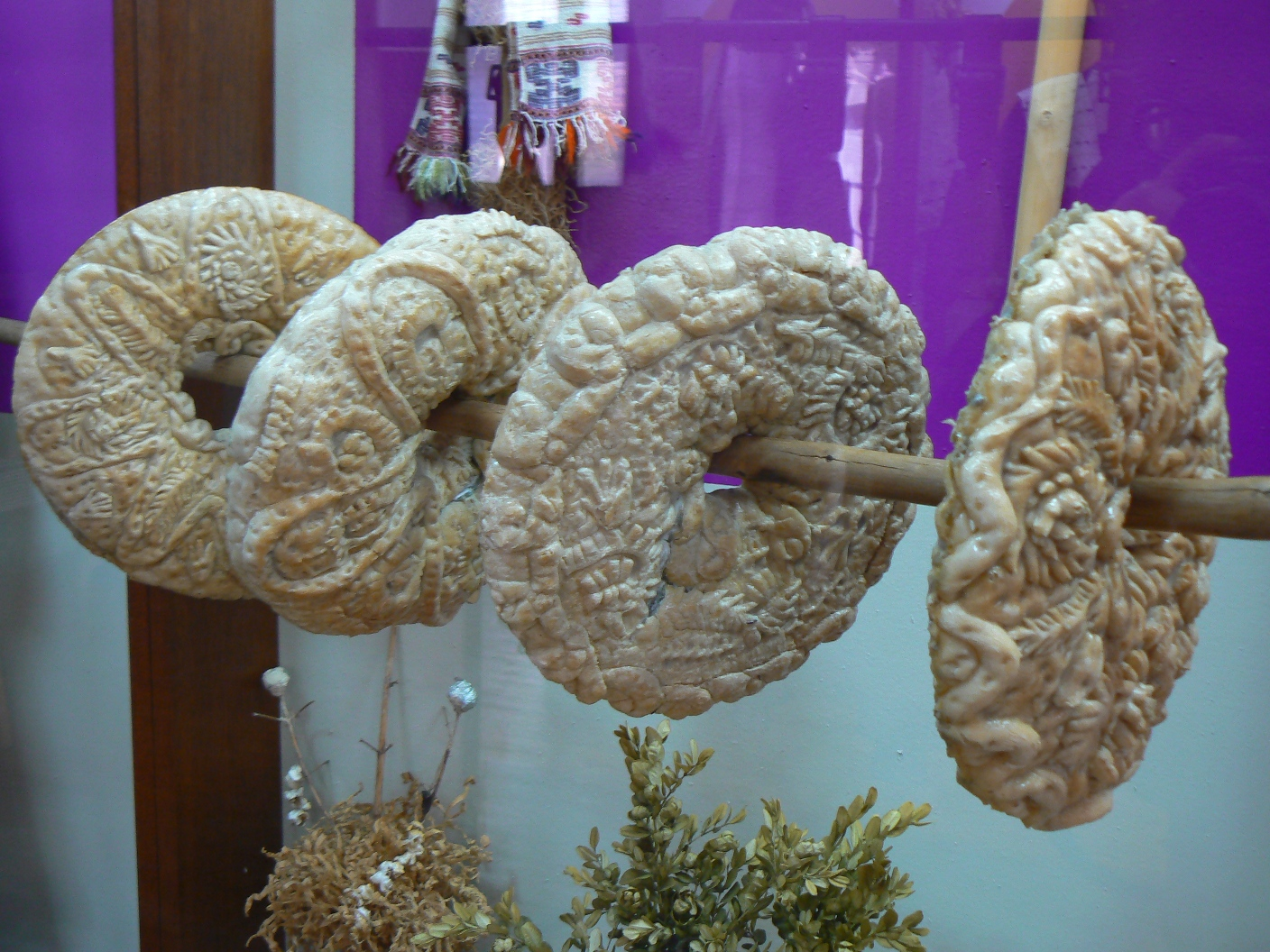
Kerstbrood in het etnografisch museum van Burgas
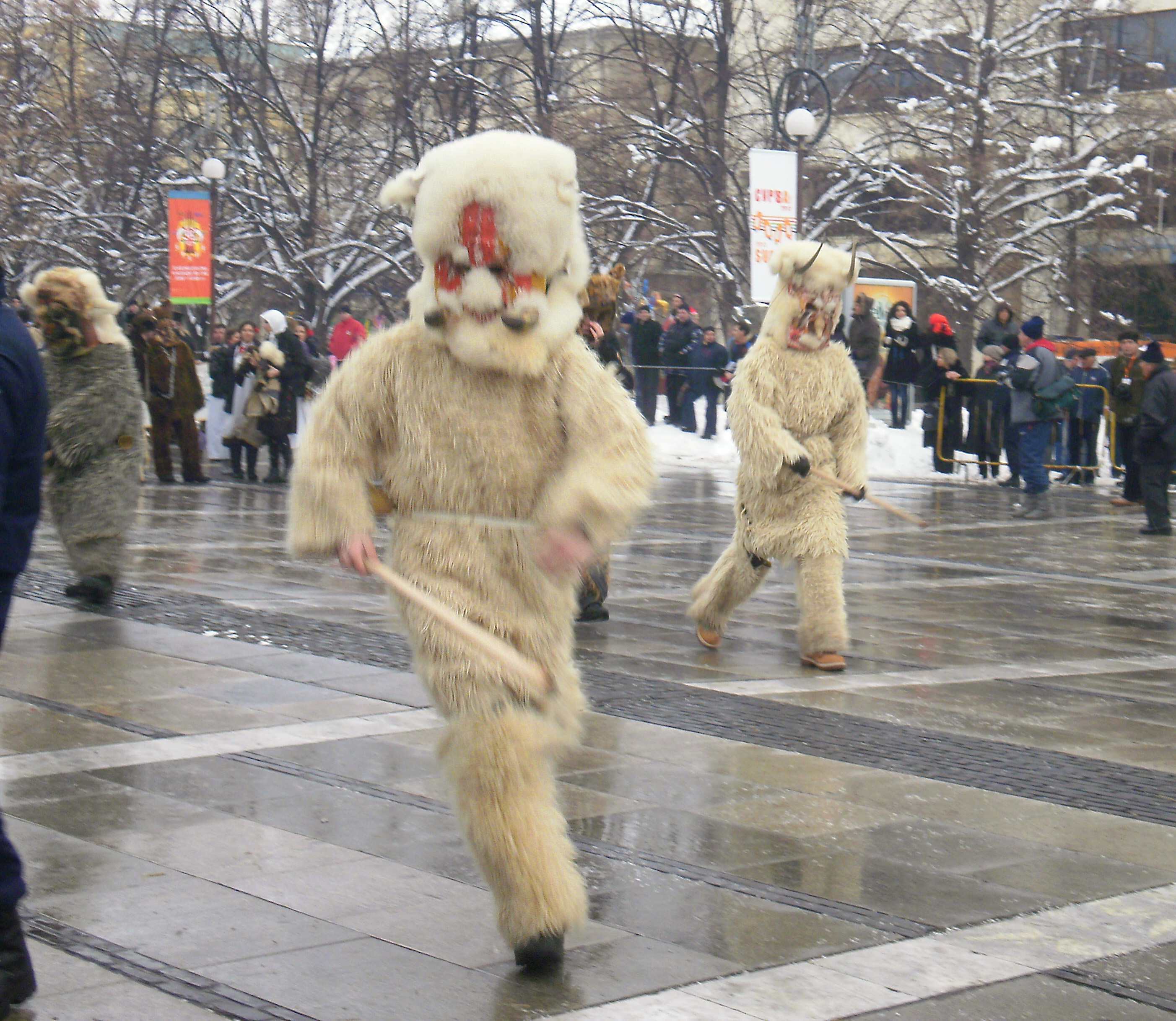
Koledarie, 2012
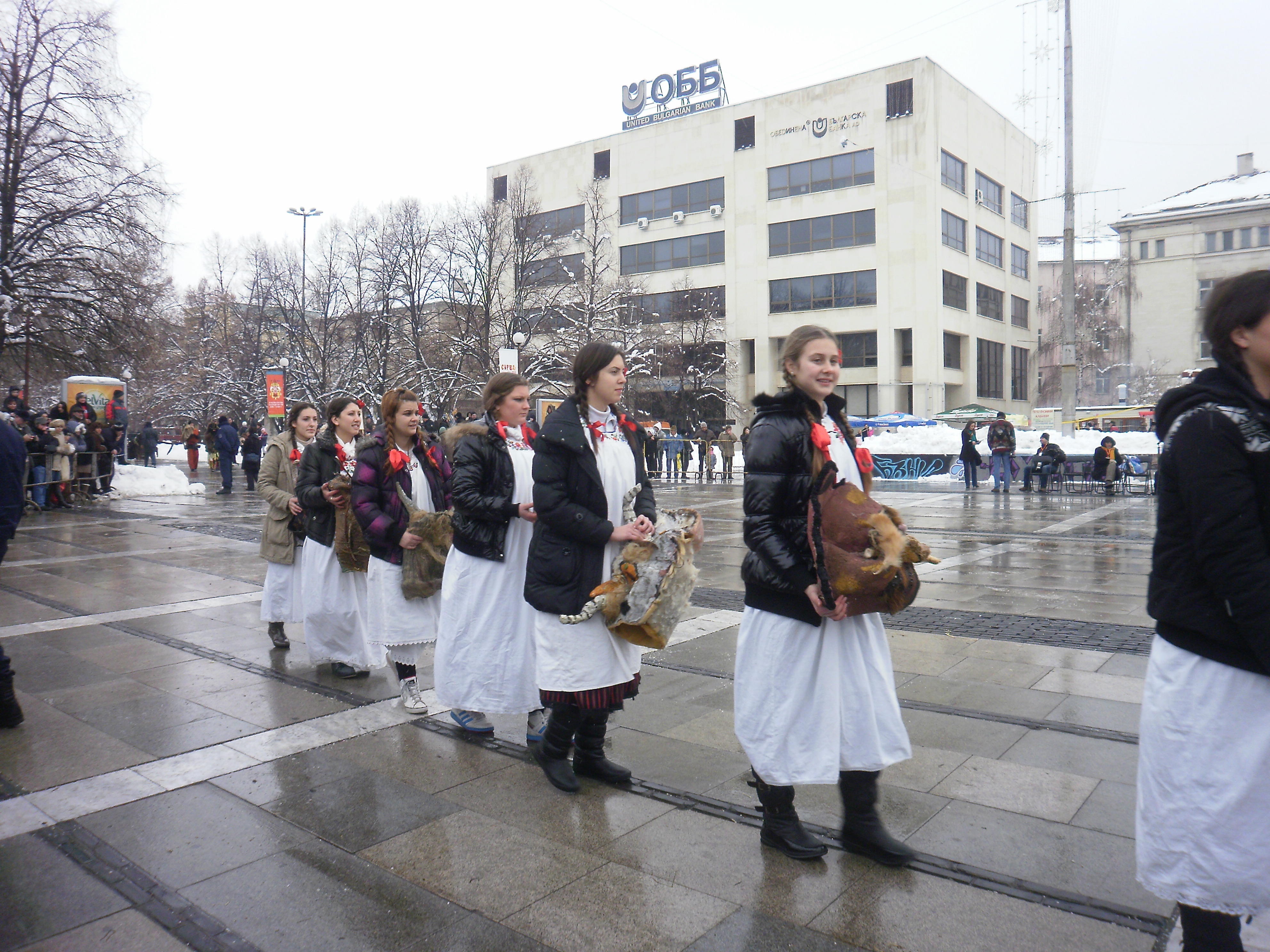
Koledarie, 2012
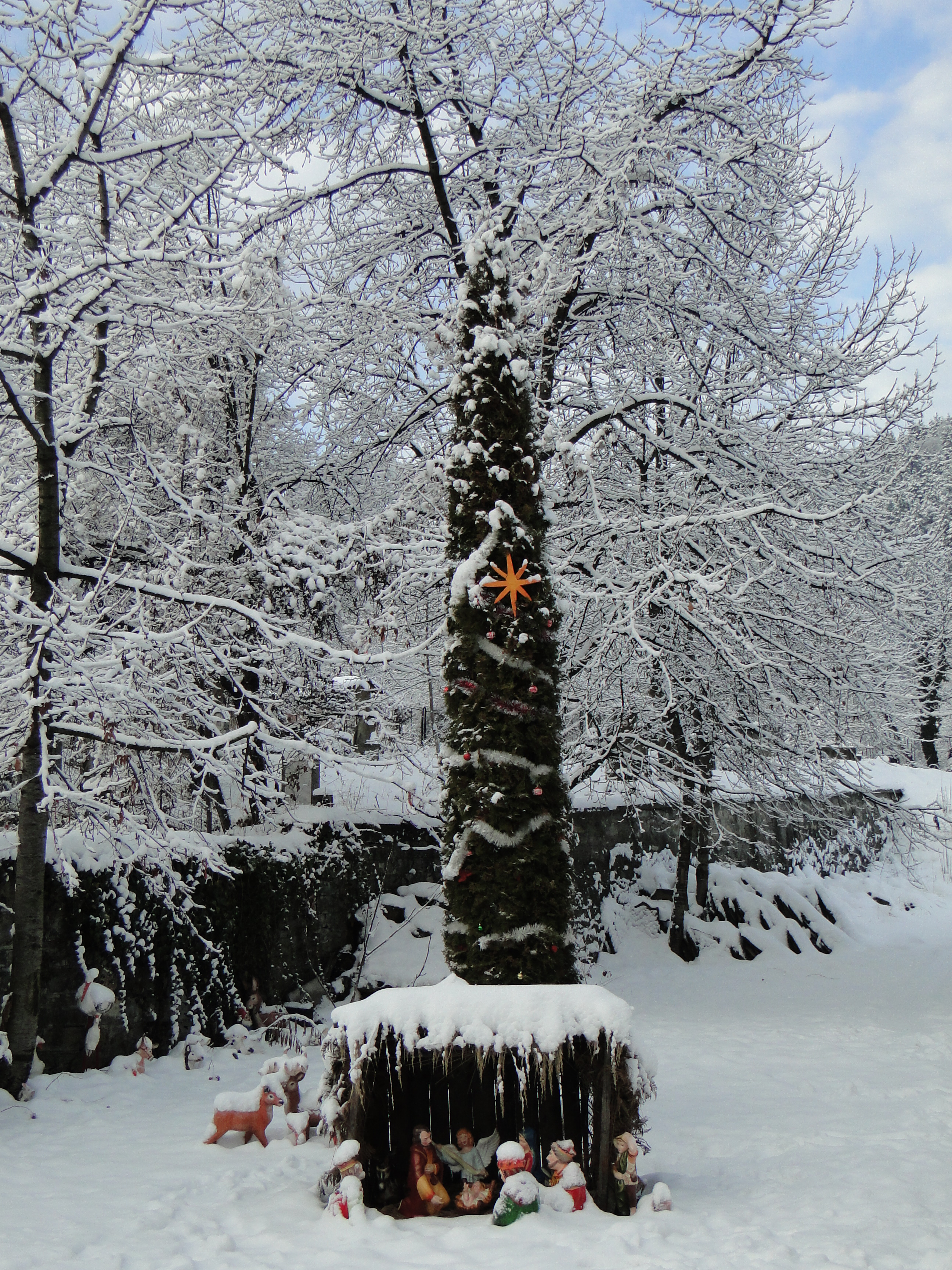
Kerststal in Trojan
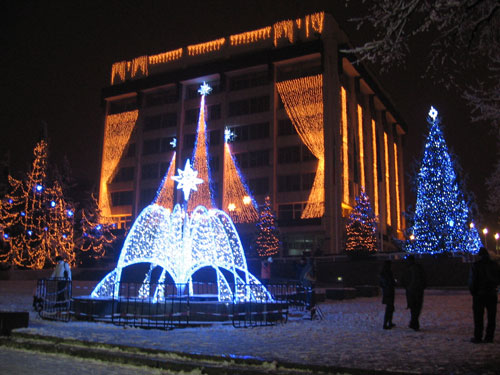
Kerstversiering in het centrum van Stara Zagora, 2008

## Canada

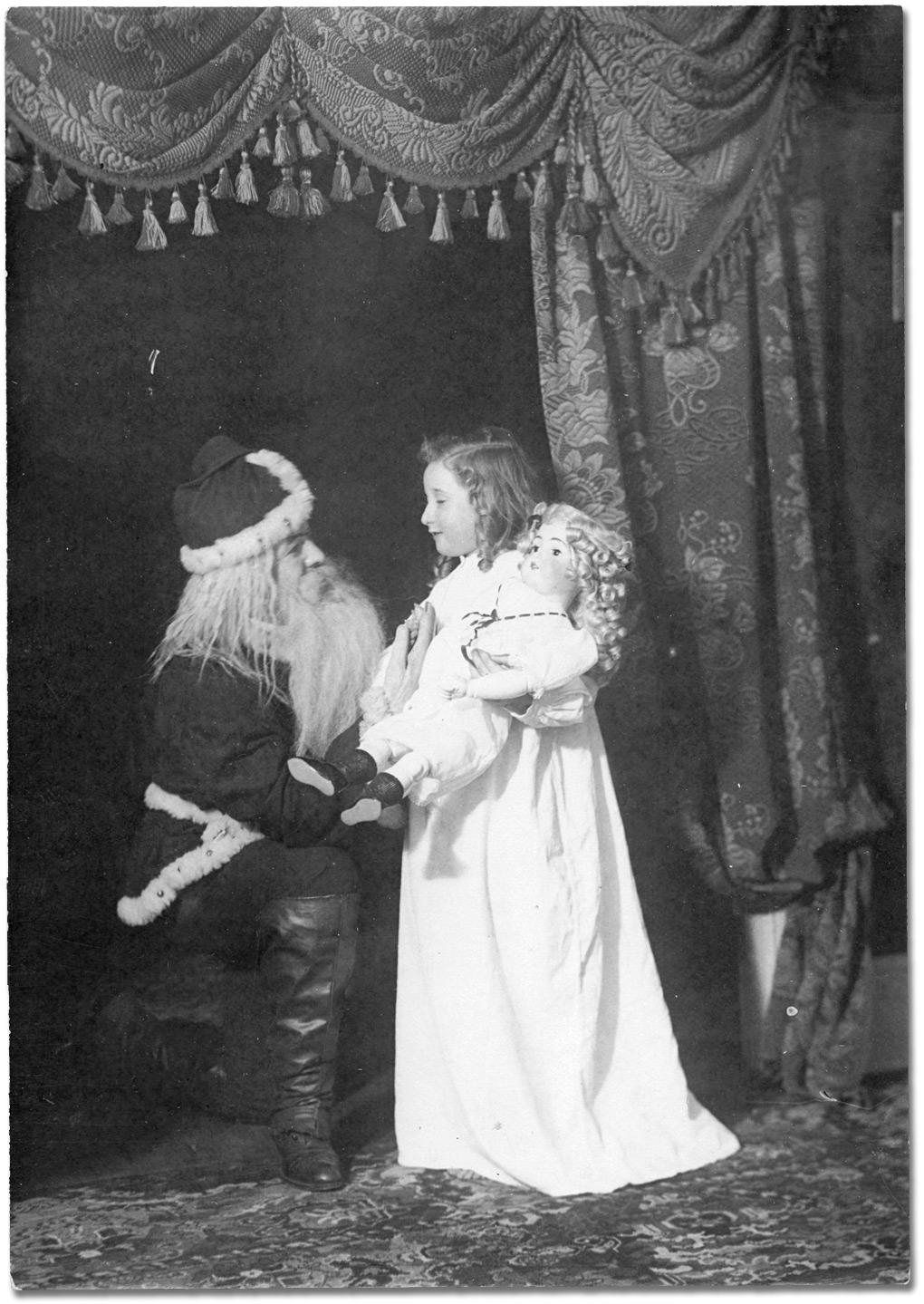
Meisje en Santa Claus, 1909

In Canada vinden optochten plaats tijdens kerst, deze worden Défilé du Père Noël of Santa Claus Parade genoemd.
In Toronto klimt de Kerstman aan het eind van de optocht via een ladder naar het warenhuis Eaton's in Eaton's Santa Claus Parade.

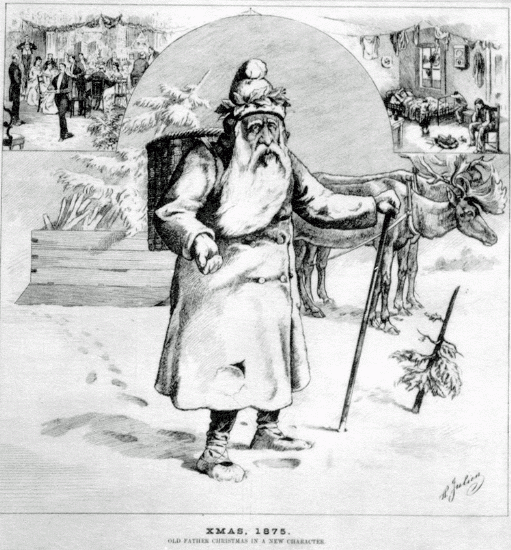
Pere Noël, Canada, 1875
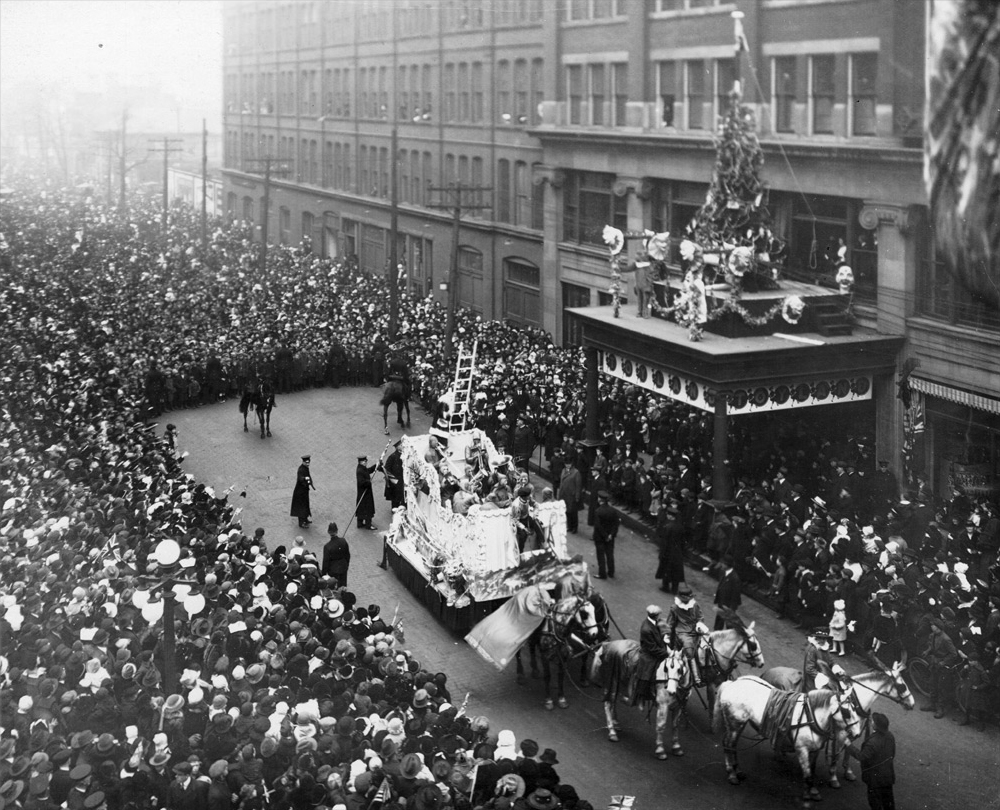
Eaton's Santa Claus Parade, 1918
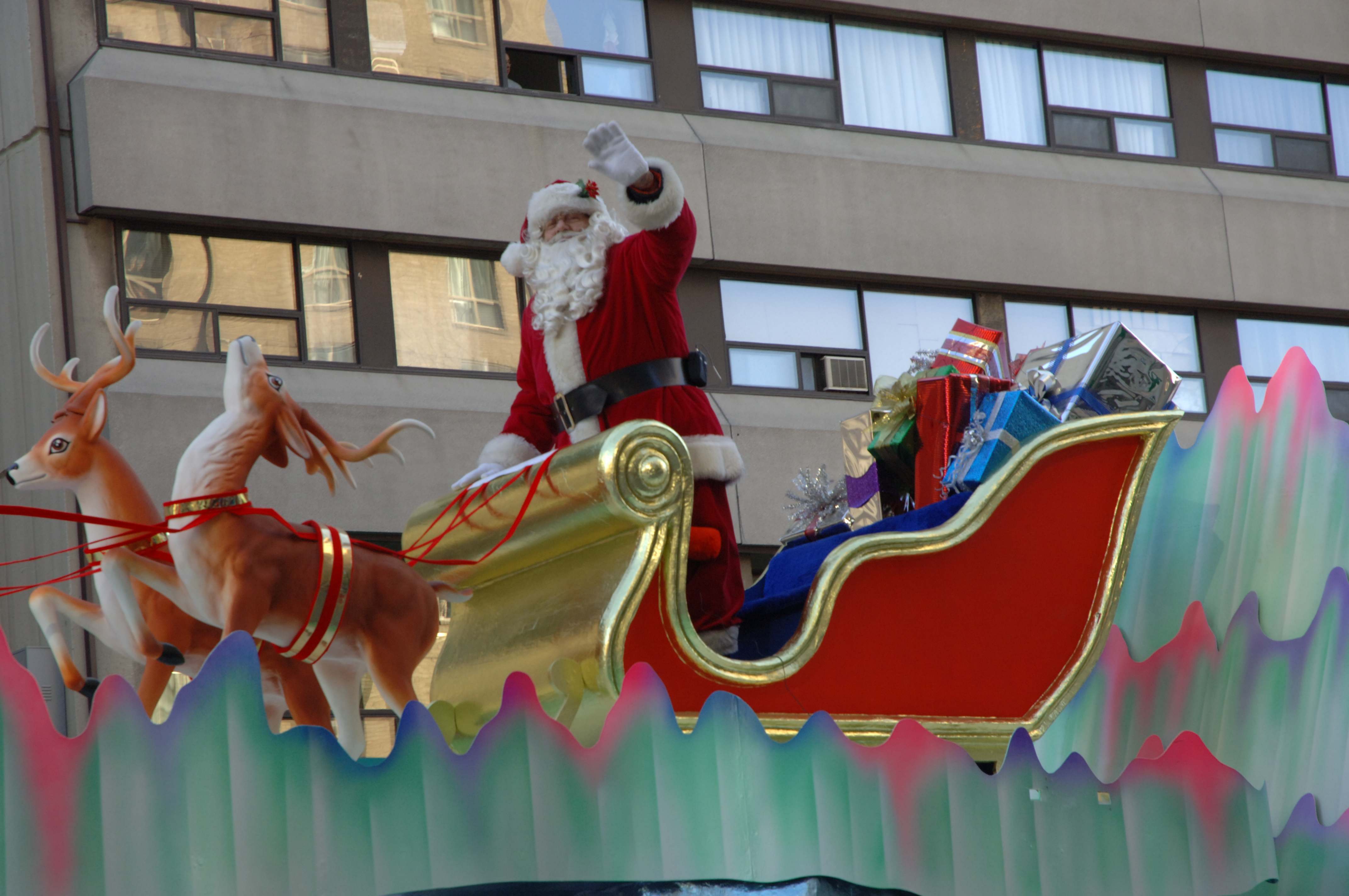
De Kerstman in een optocht in Toronto, 2007
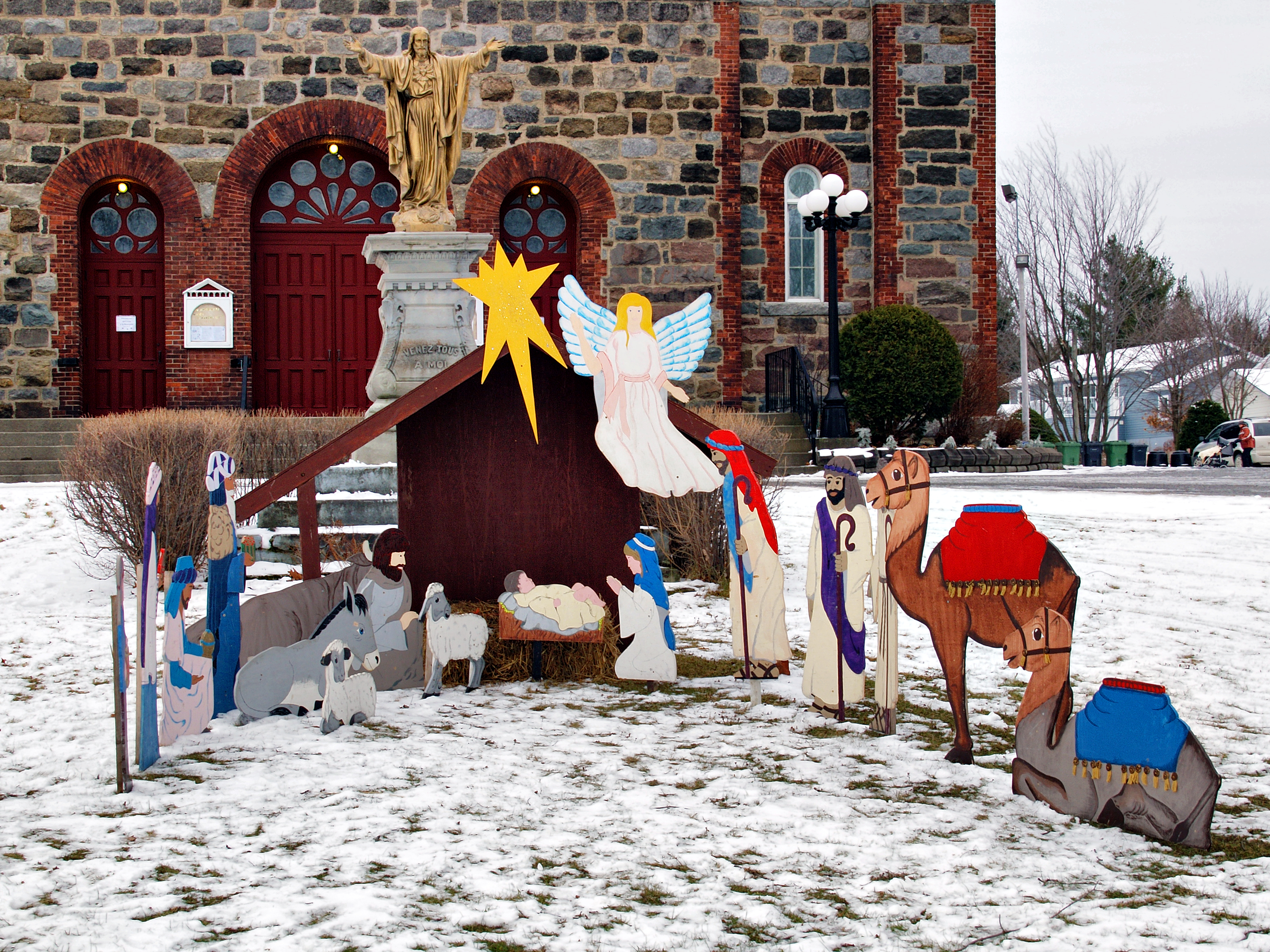
Kerststal, 2008
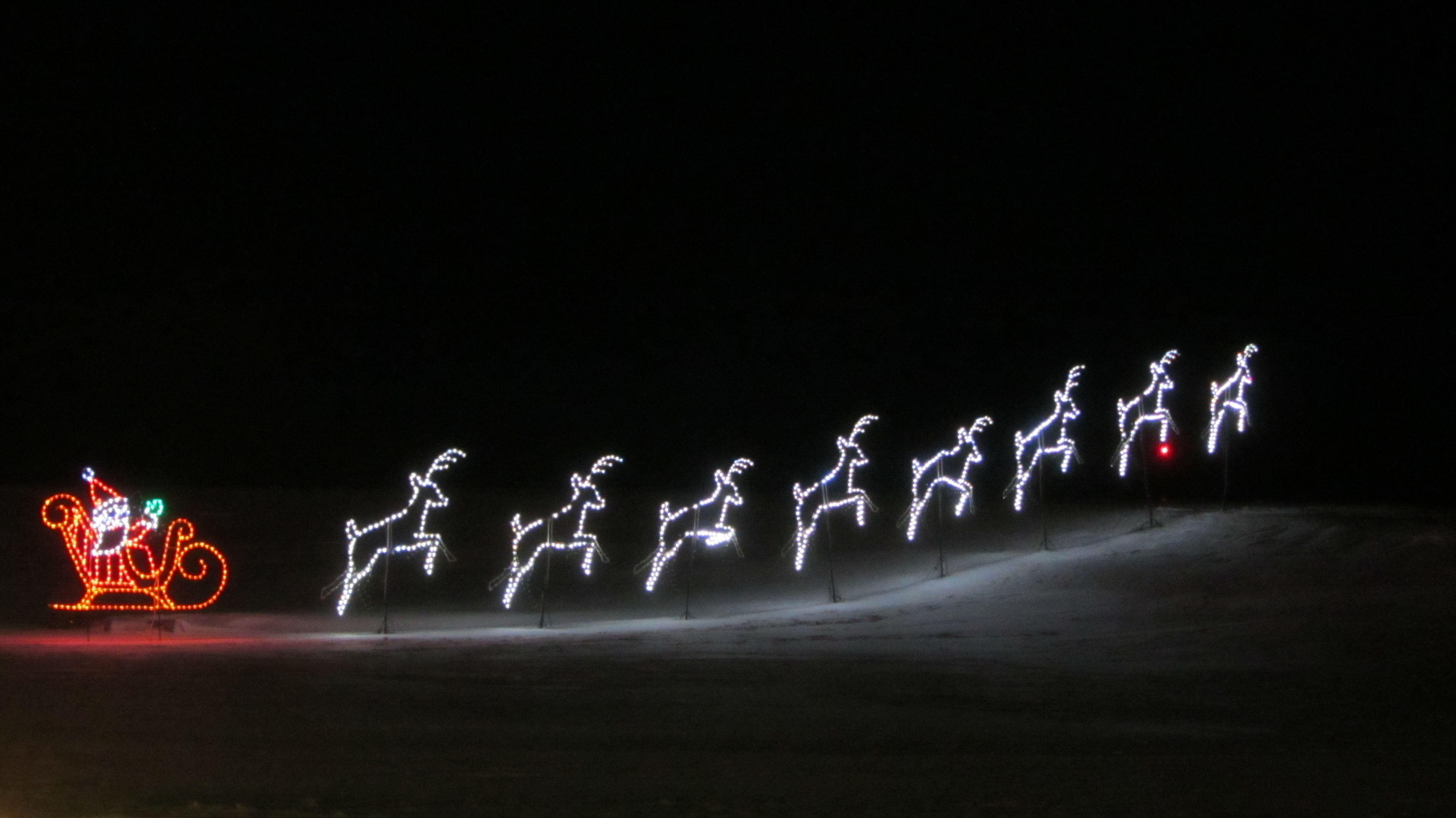
Kerstversiering in Winnipeg

## Chili

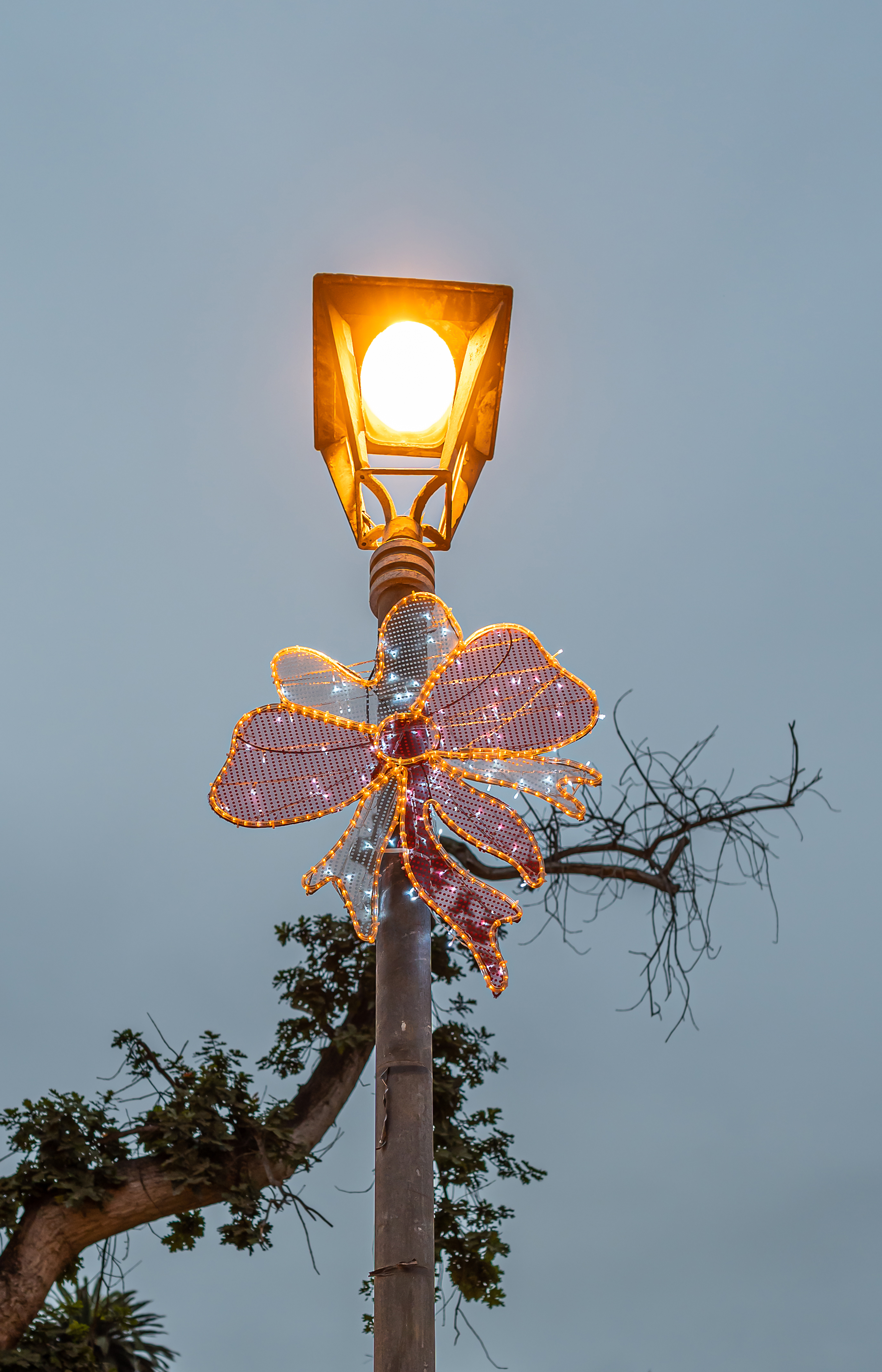
Kerstversiering in Chili

In Chili worden zowel Navidad als Pascua gebruikt om naar Kerstmis te verwijzen. 
Pan de pascua lijkt op een zoete biscuitcake met gember en honing. Het bevat meestal gekonfijt fruit, rozijnen, walnoten en amandelen. Pan de Pascua werd oorspronkelijk in Chili geïntroduceerd door Duitse immigranten. De Chileense versie combineert kenmerken van de Duitse Stollen en de Italiaanse Pandoro.

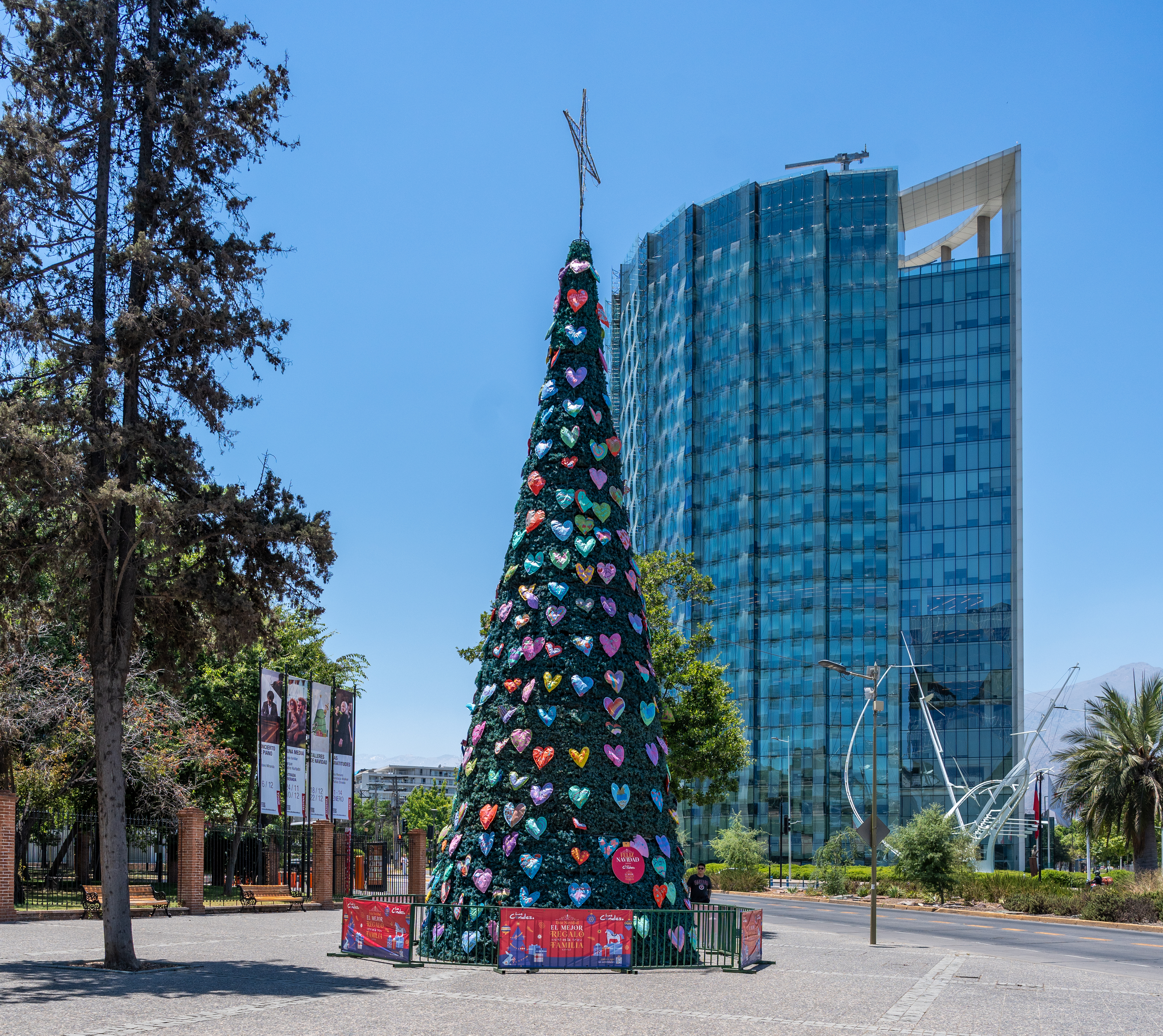
Árbol Navideño in Providencia
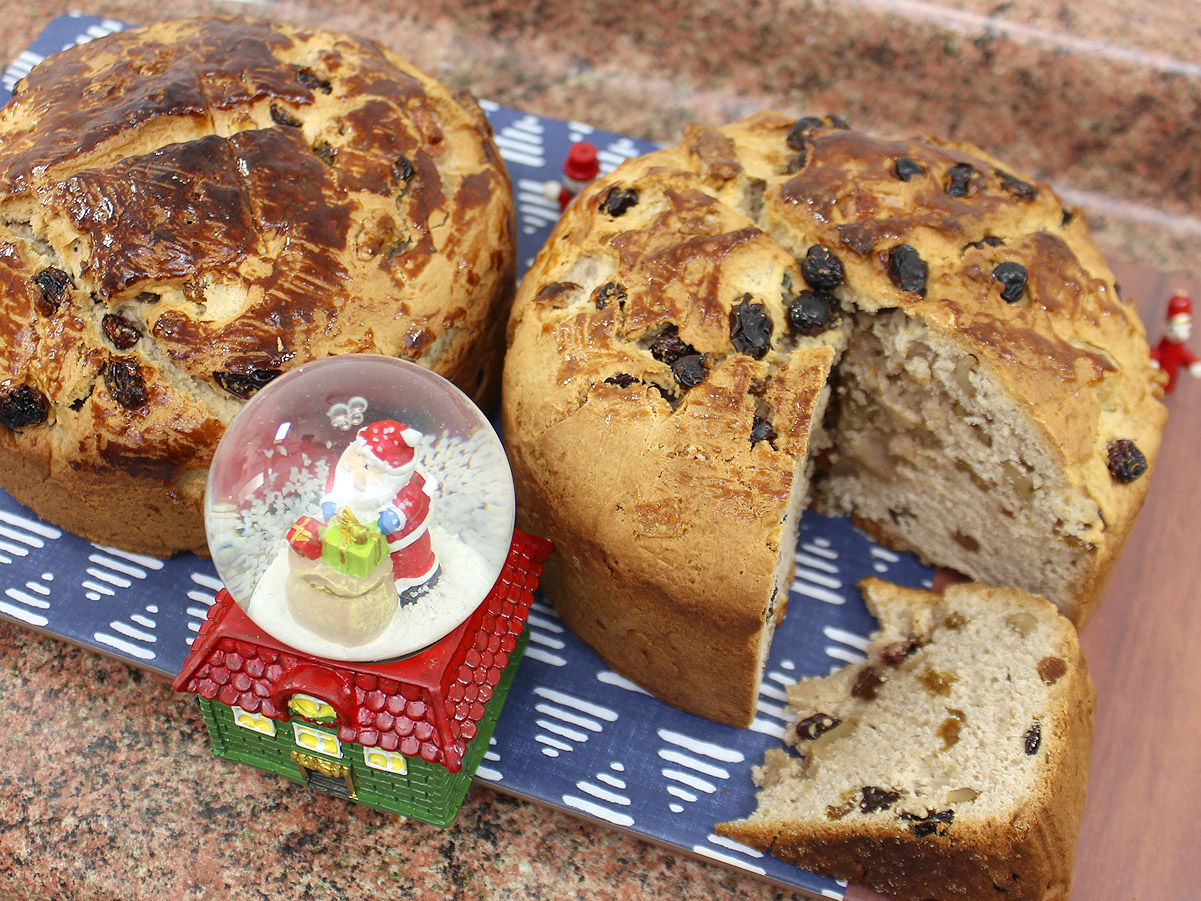
Pan de pascua
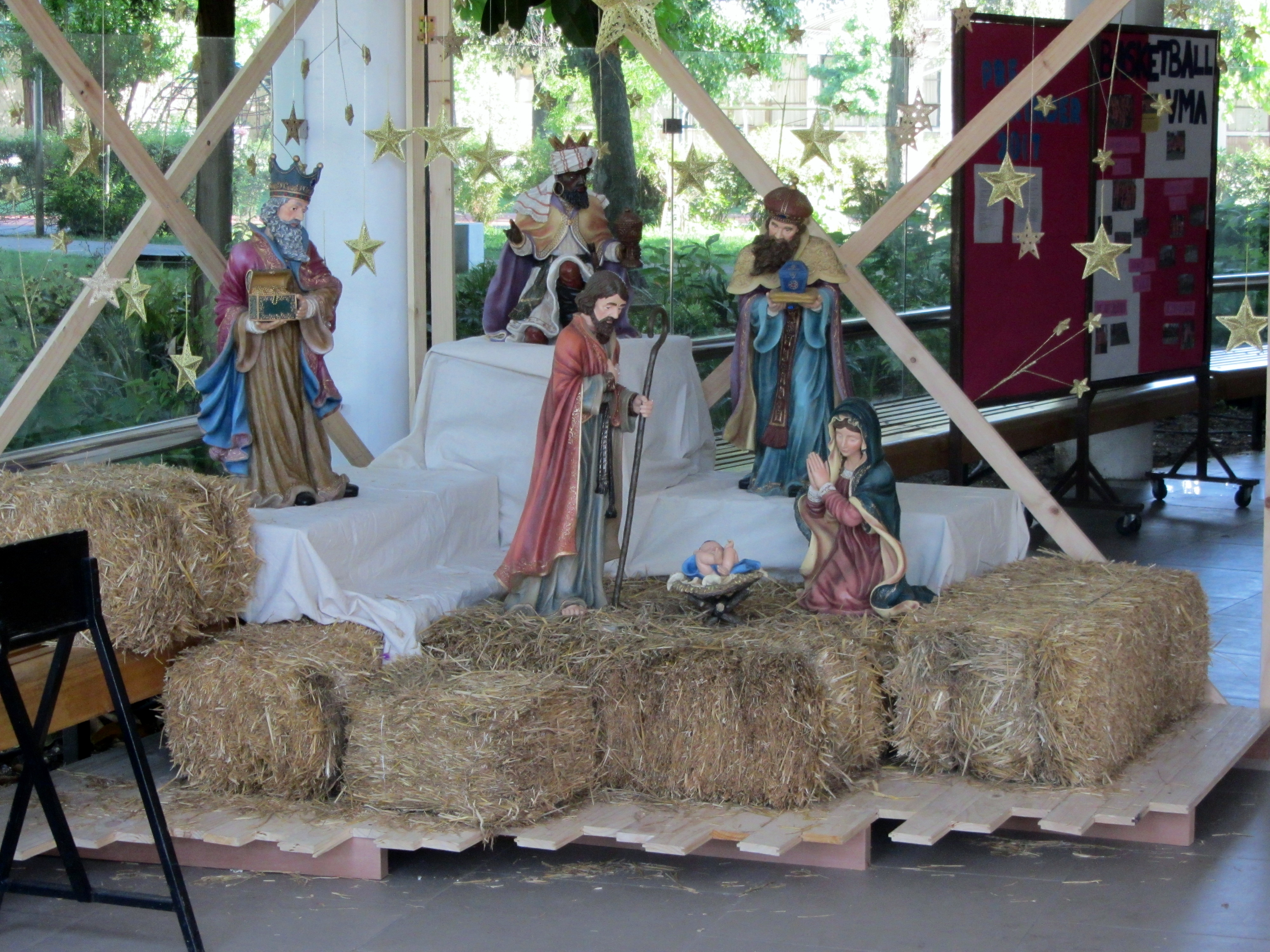
Kerststal
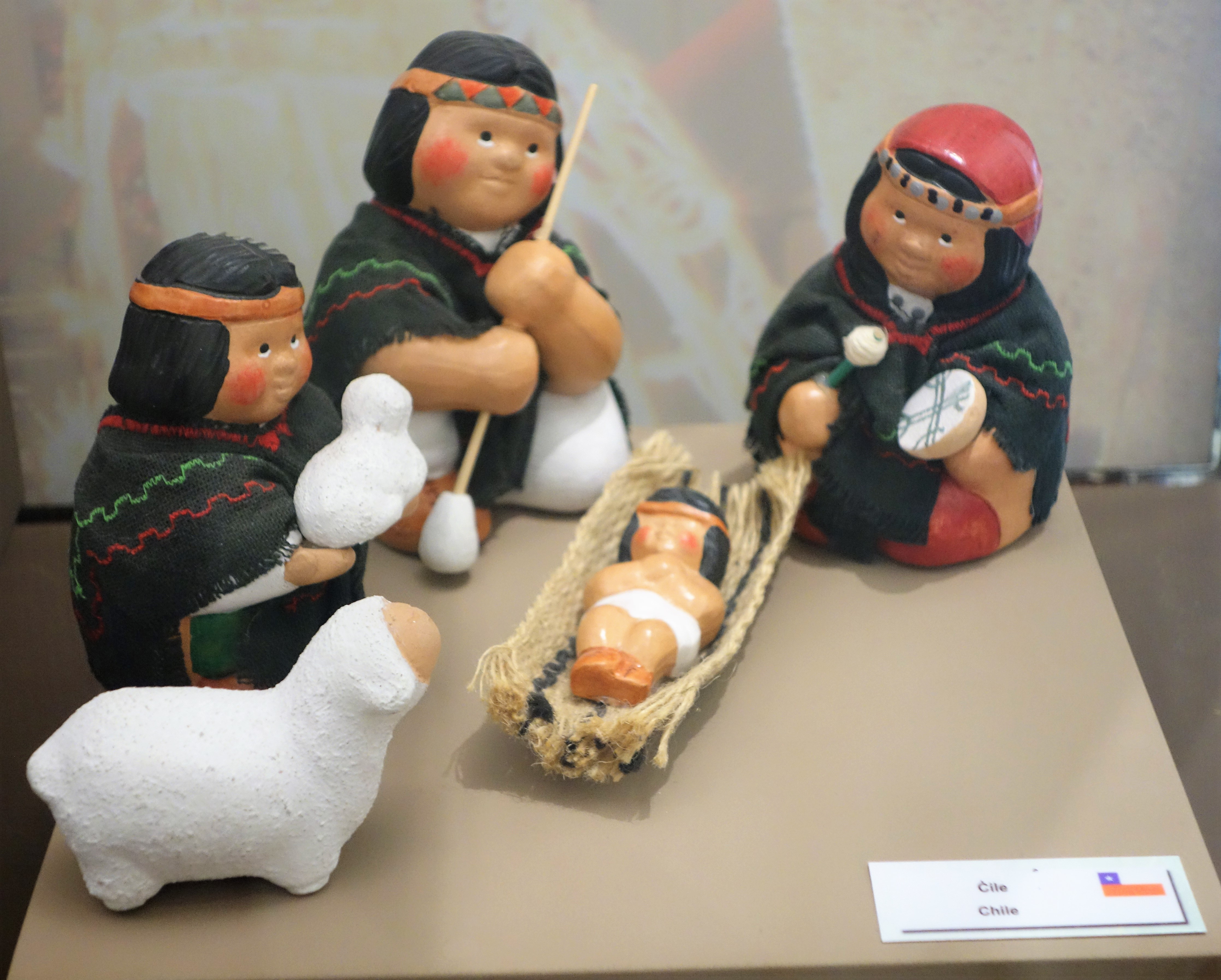
Kerststal
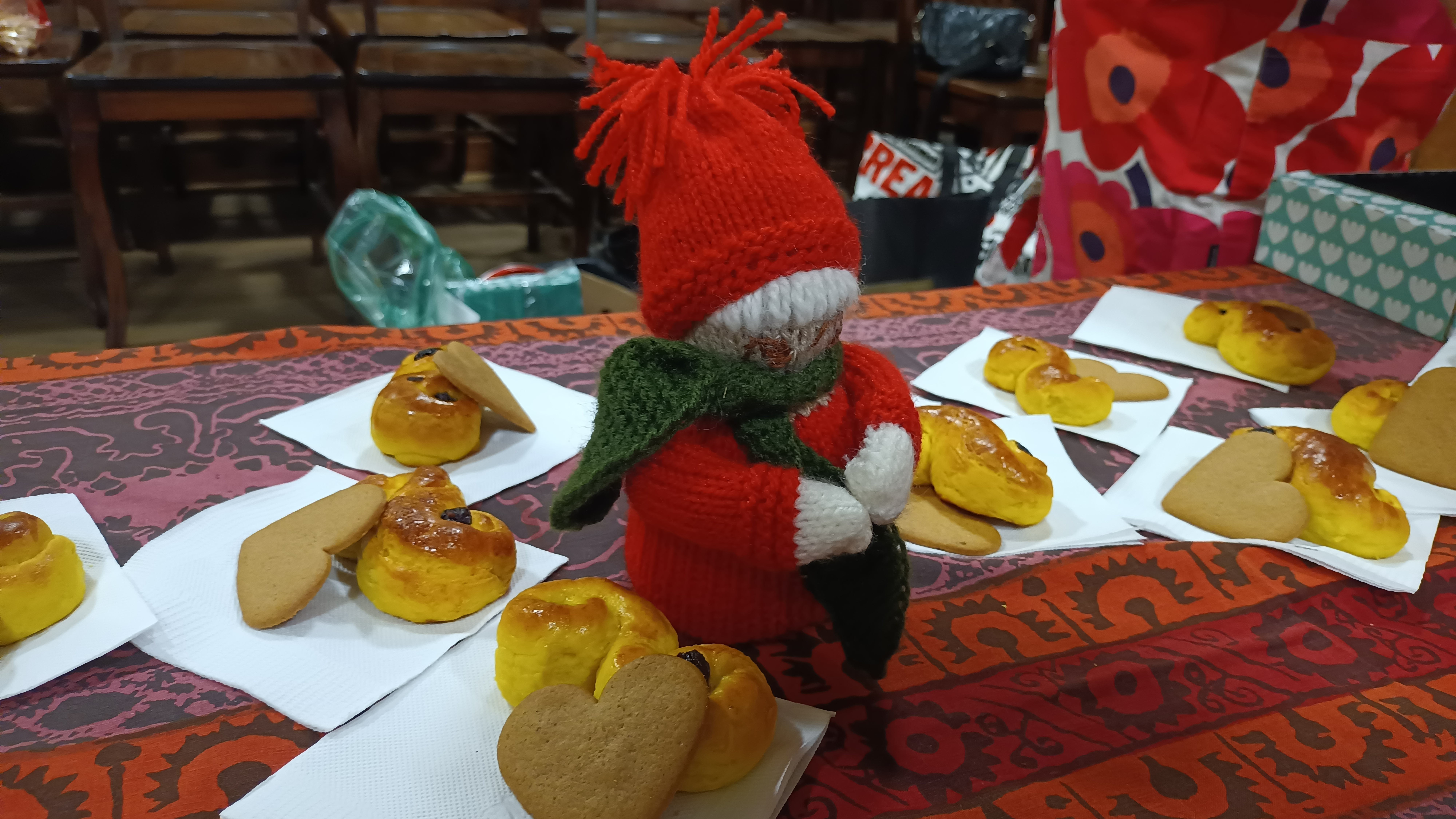
Panes de azafrán en Lussekatter voot Día de Santa Lucía in Santiago, 2023
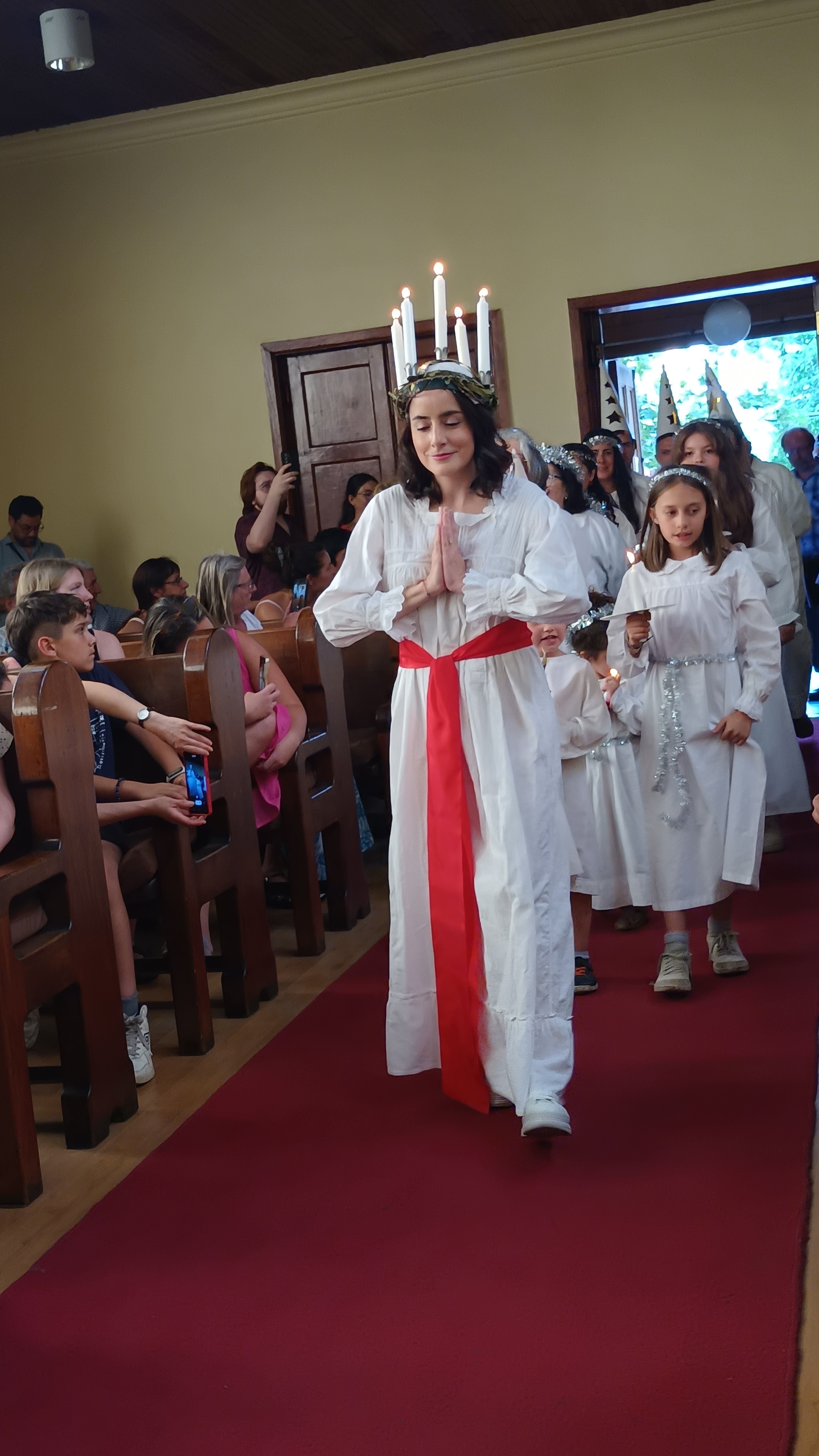
Día de Santa Lucía
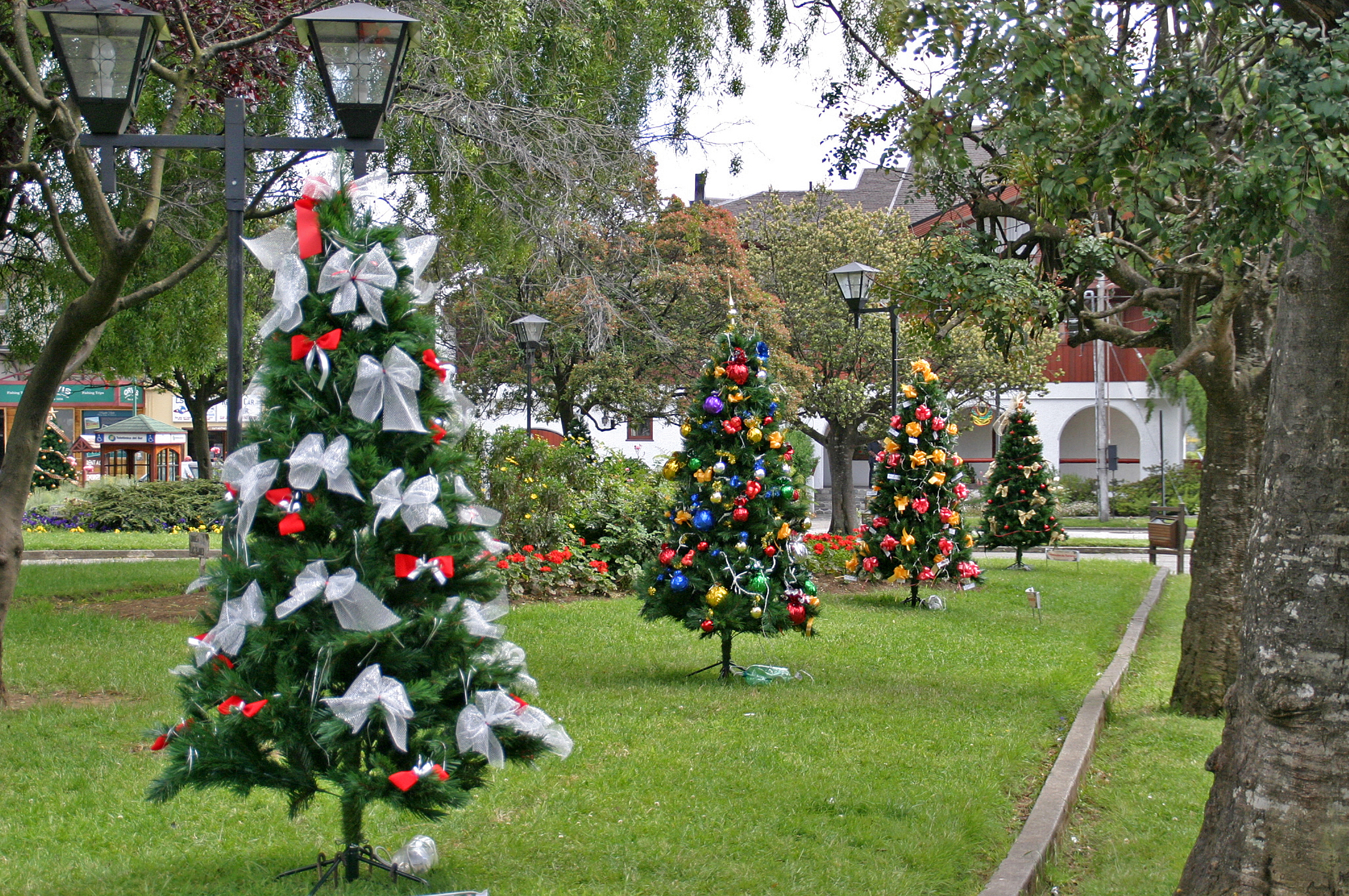
Kerstbomen in Castro
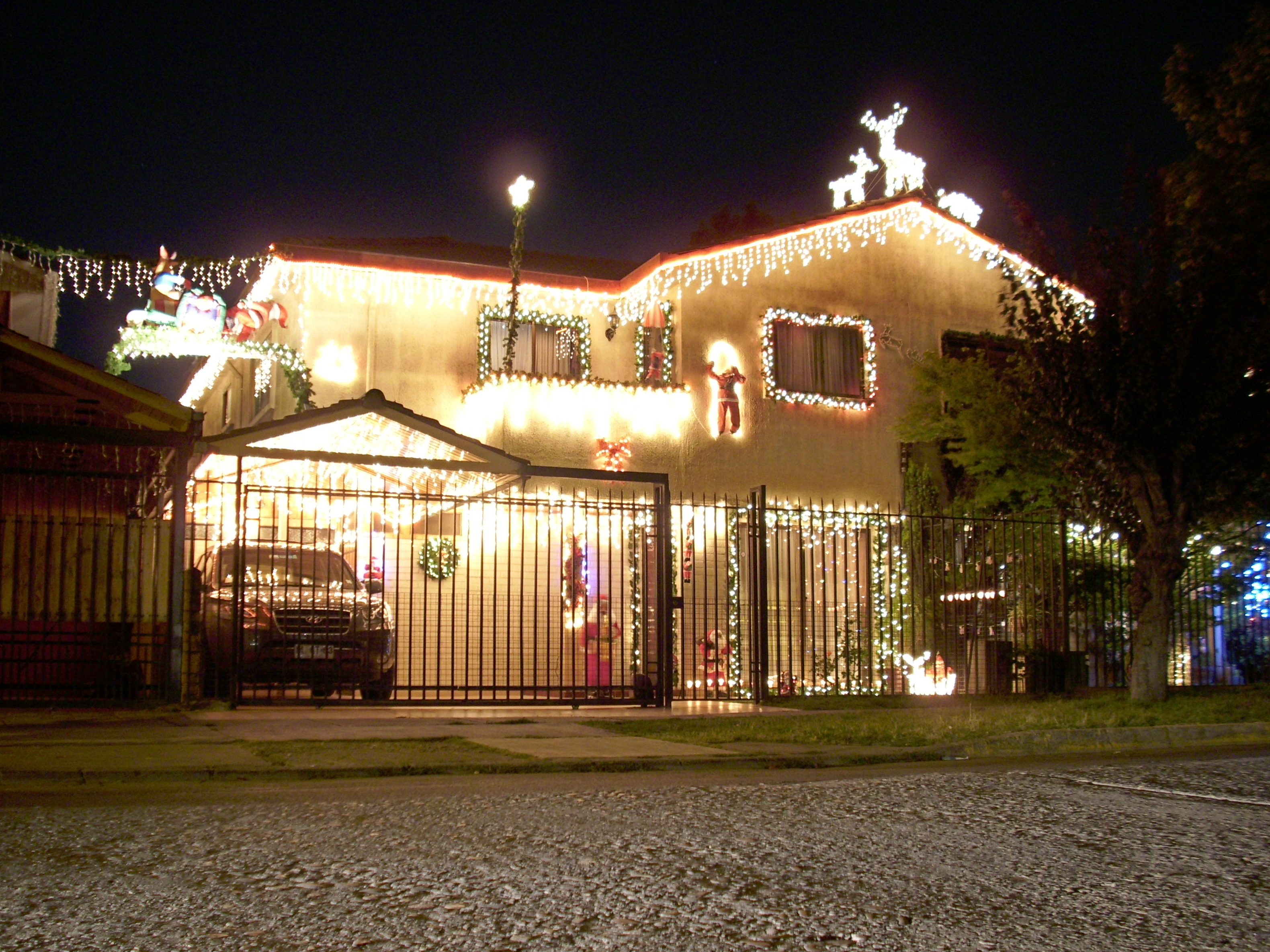
Een huis in Chili is feestelijk verlicht voor het kerstseizoen

## Colombia

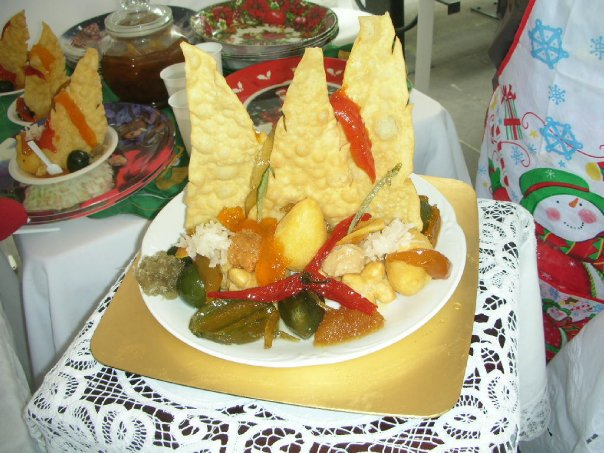
De traditionele Caucan-kerstavond: typisch kerstgerecht van de stad Popayan; het bestaat uit 9 snoepjes en 3 deegsoorten. De negen heerlijke zoetigheden worden tijdens de kerstperiode bereid.

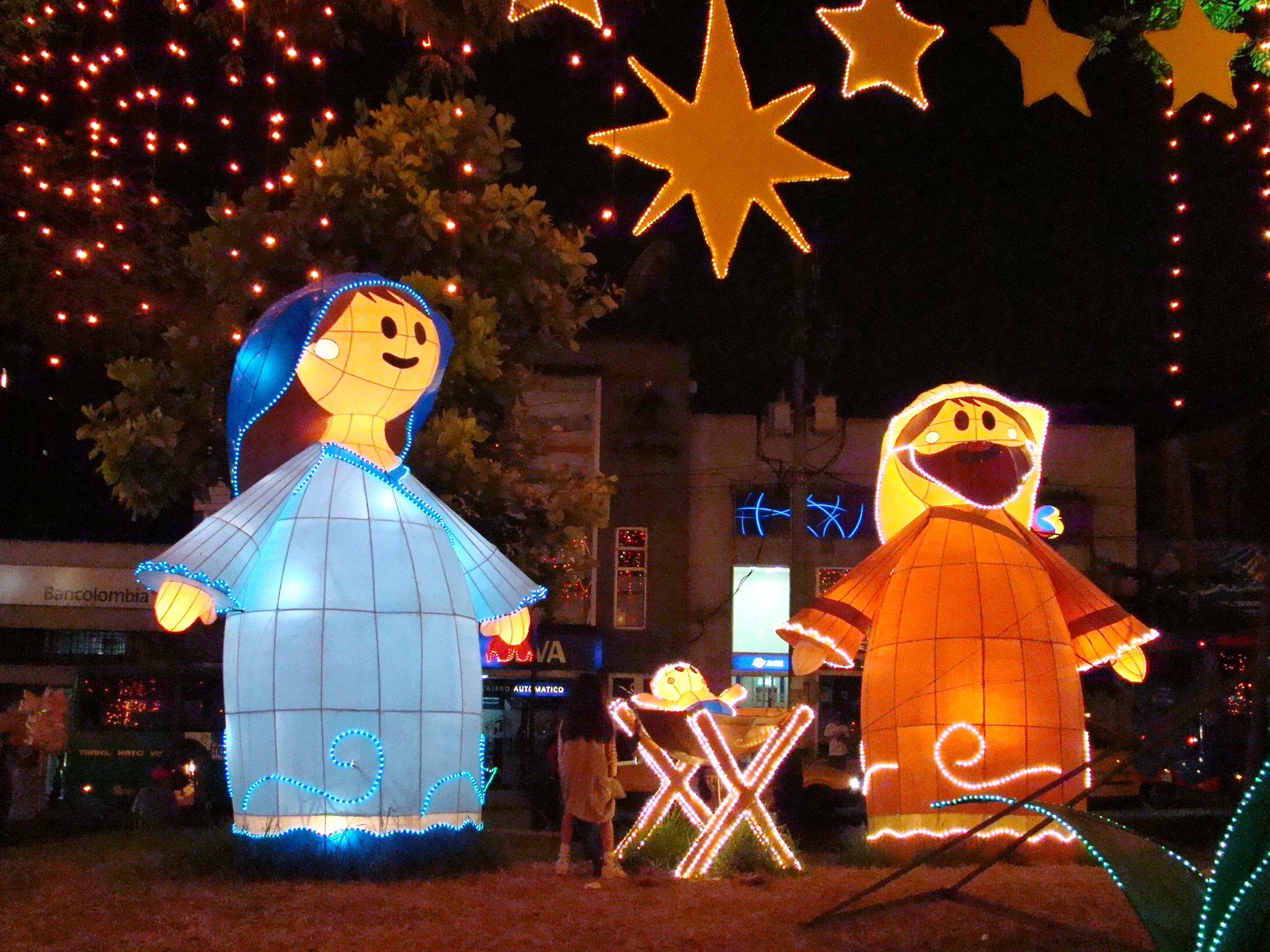
Kerstversiering in Colombia
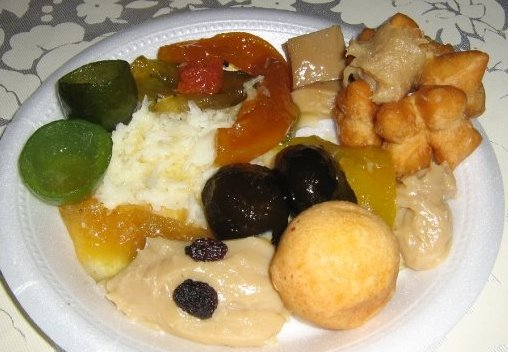
Plato de Nochebuena
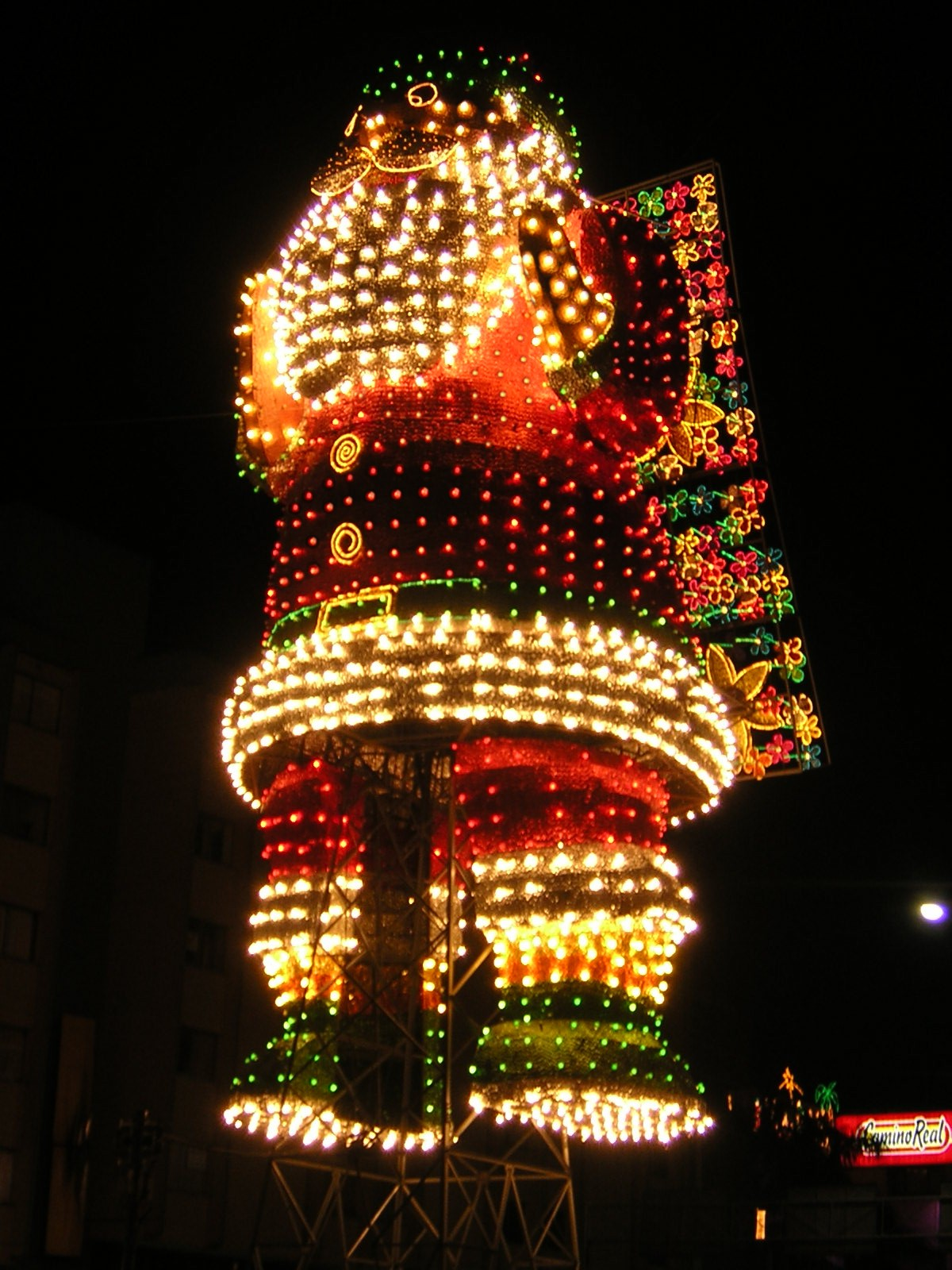
Kerstverlichting in Medellín
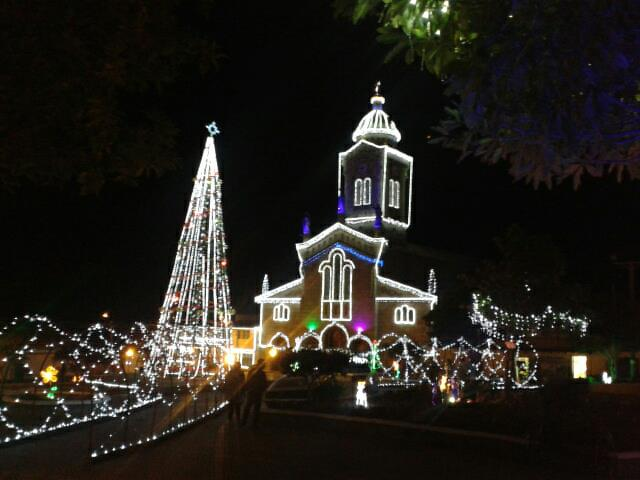
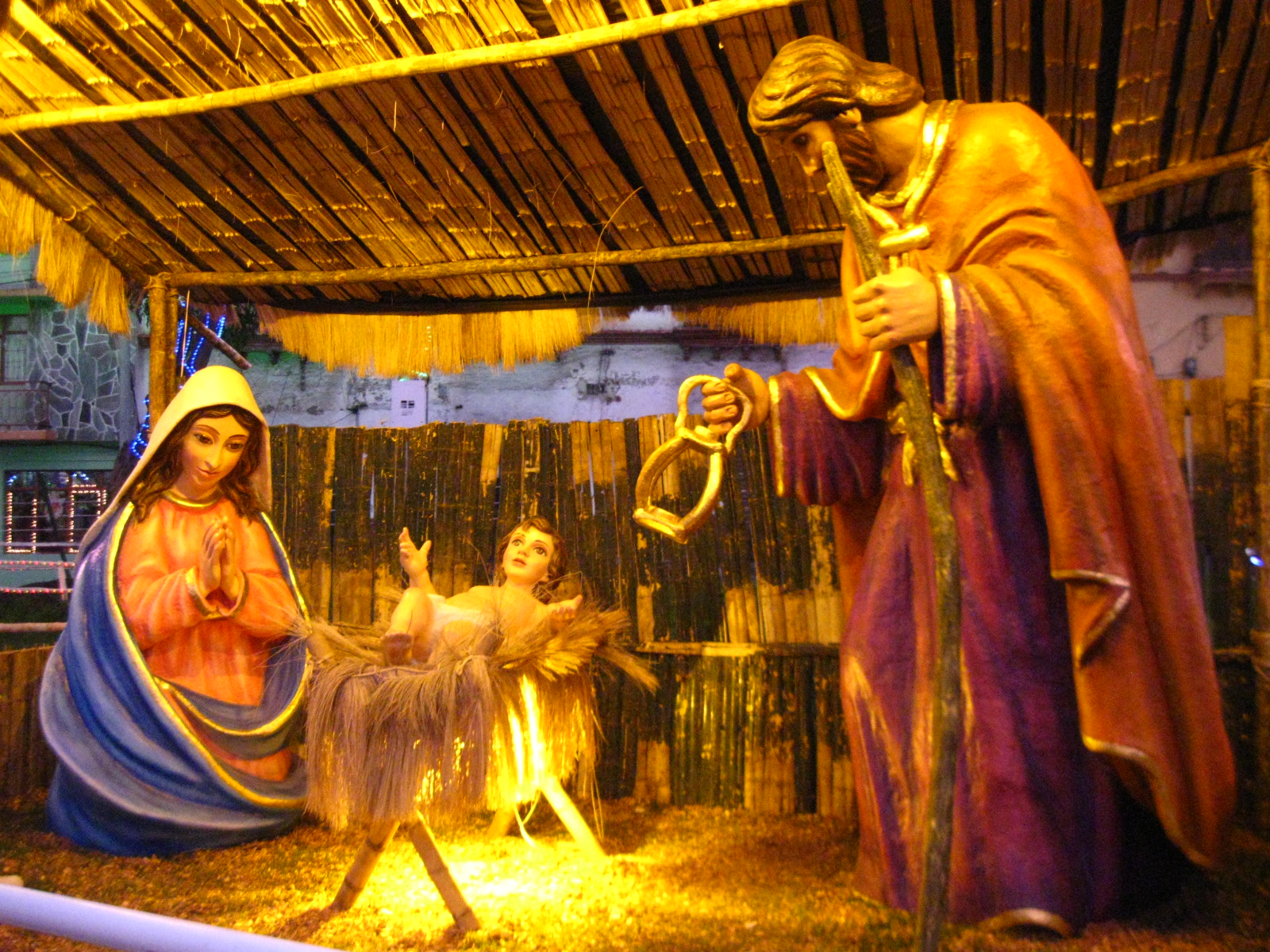

## Congo

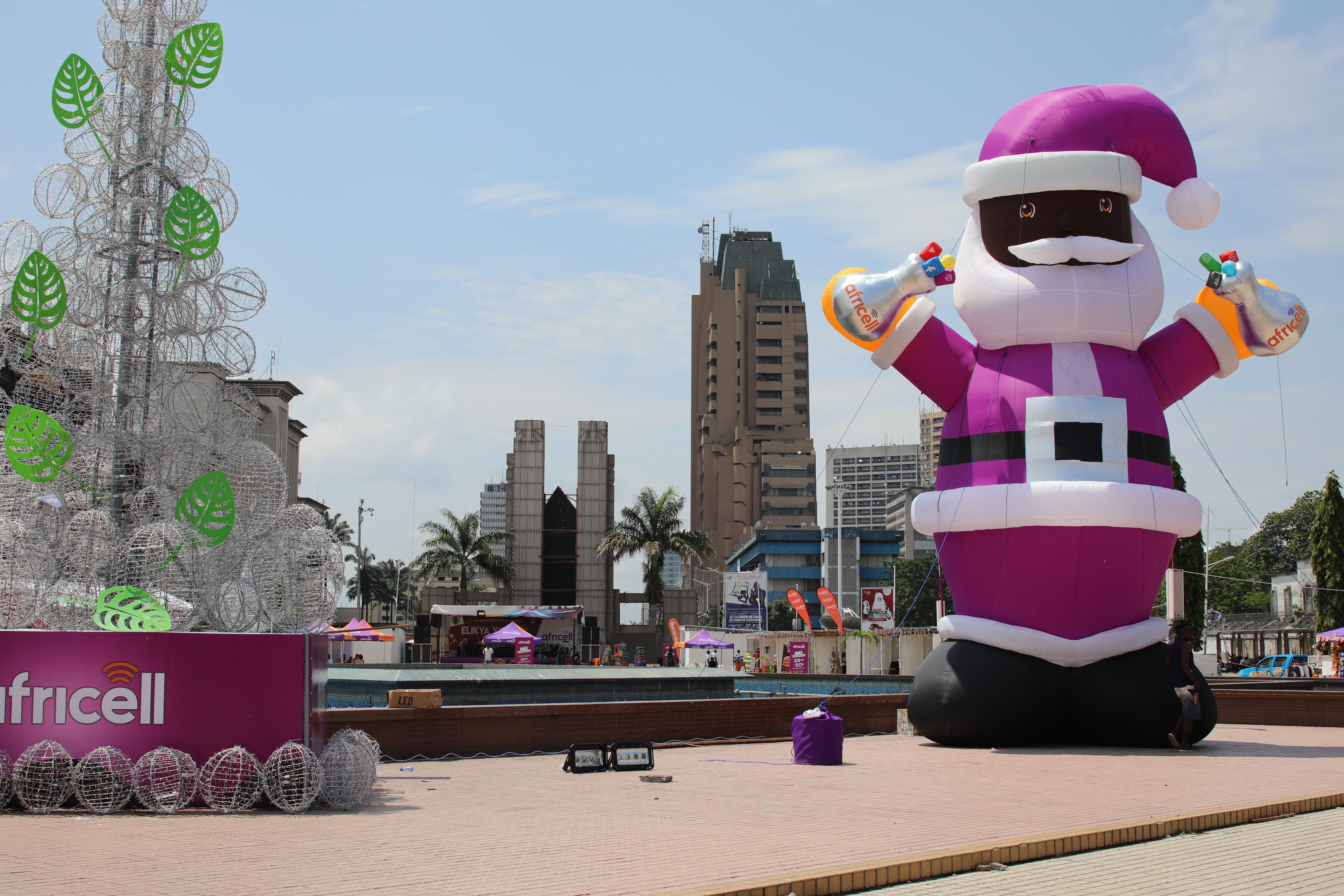
Reclame voor Africell; een zwarte kerstman in Kinshasa

In Congo is Kerstmis het belangrijkste feest van het jaar. Een traditioneel kerstgerecht is kip.

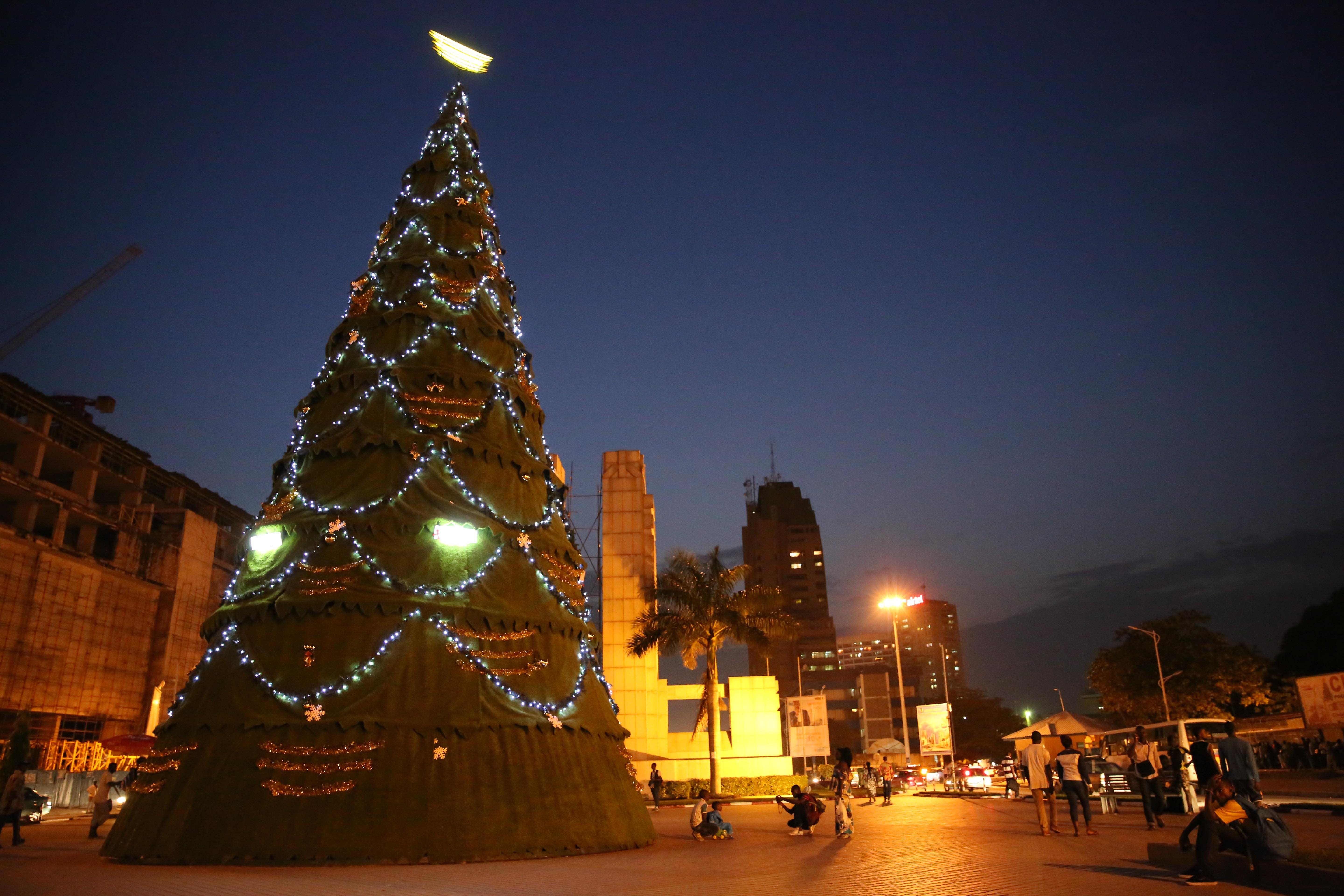
Kerstboom in Kinshasa
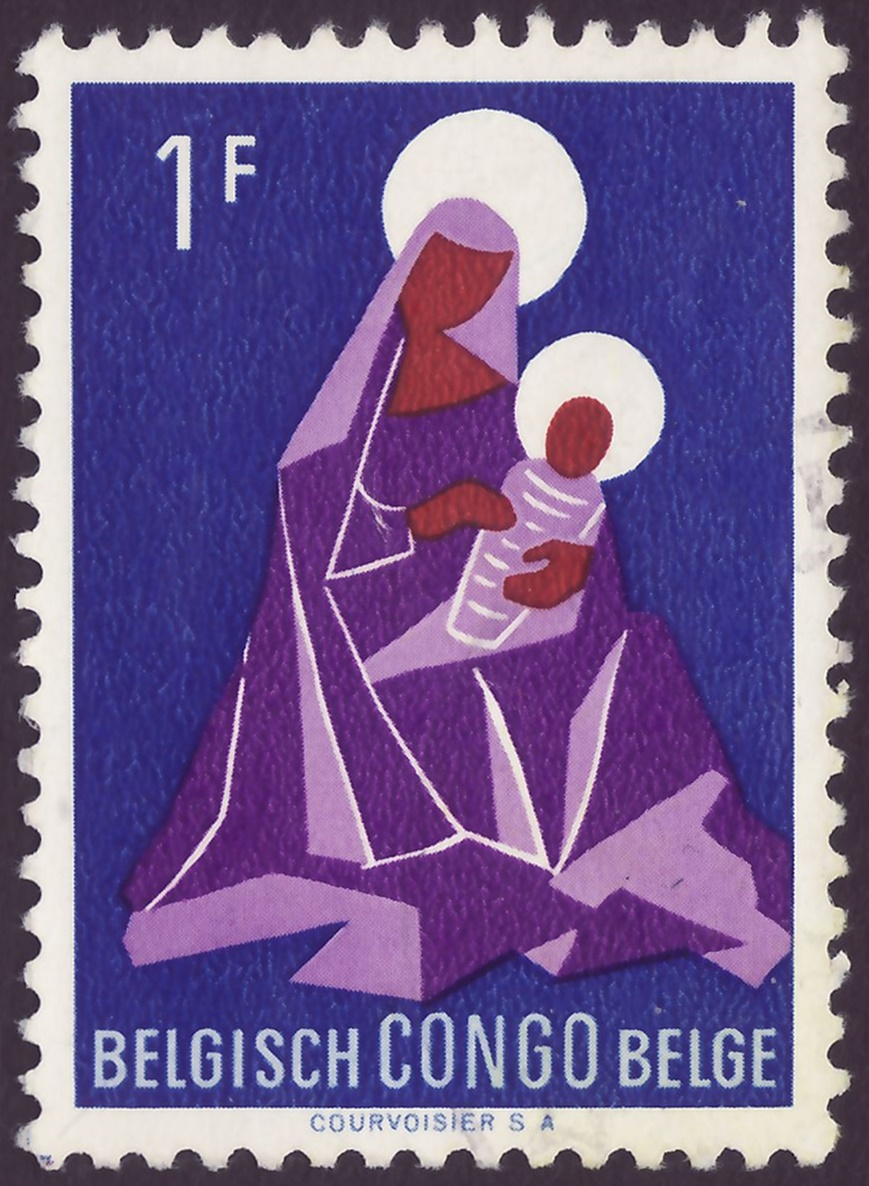
Postzegel voor het kerstfeest in Belgisch Congo, 1959

## Costa Rica

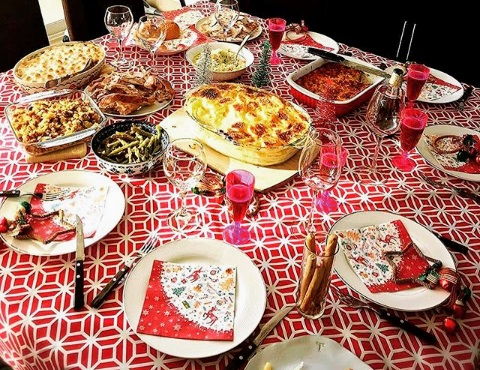
Cena navideña in Costa Rica, 24 december 2018

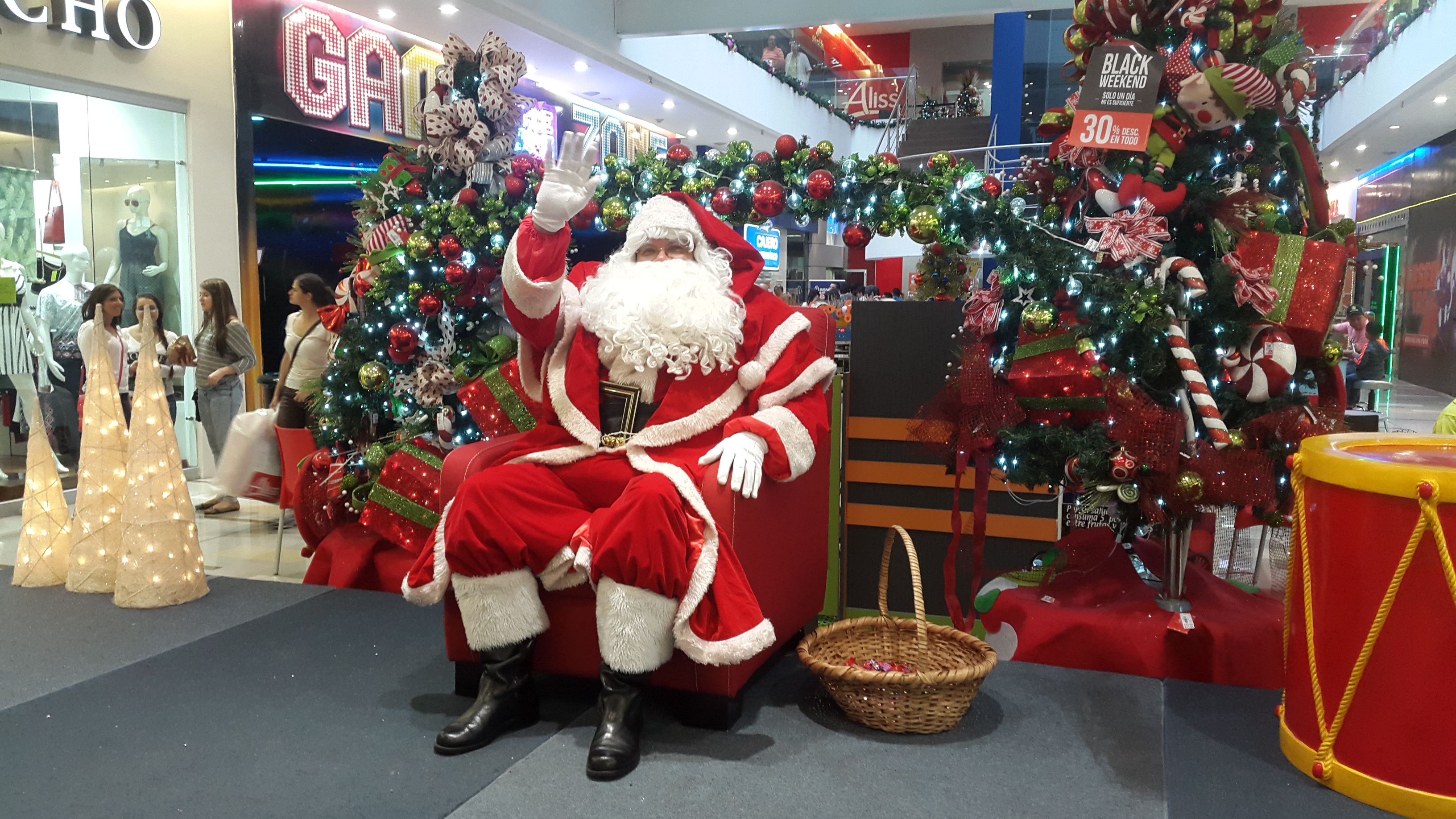
Man verkleed als Colacho in een winkelcentrum in San José, Costa Rica.
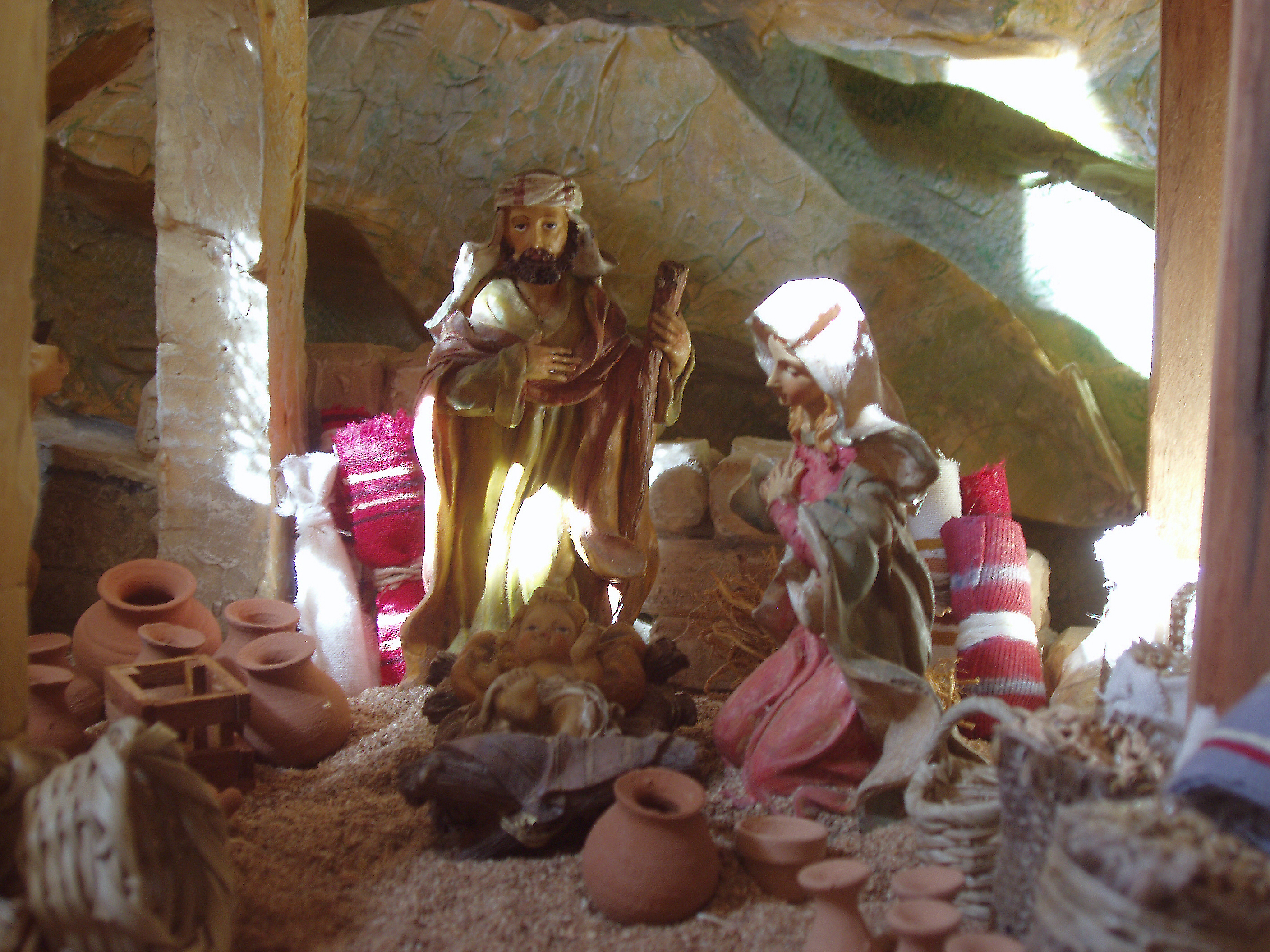
Nacimiento (geboorte)
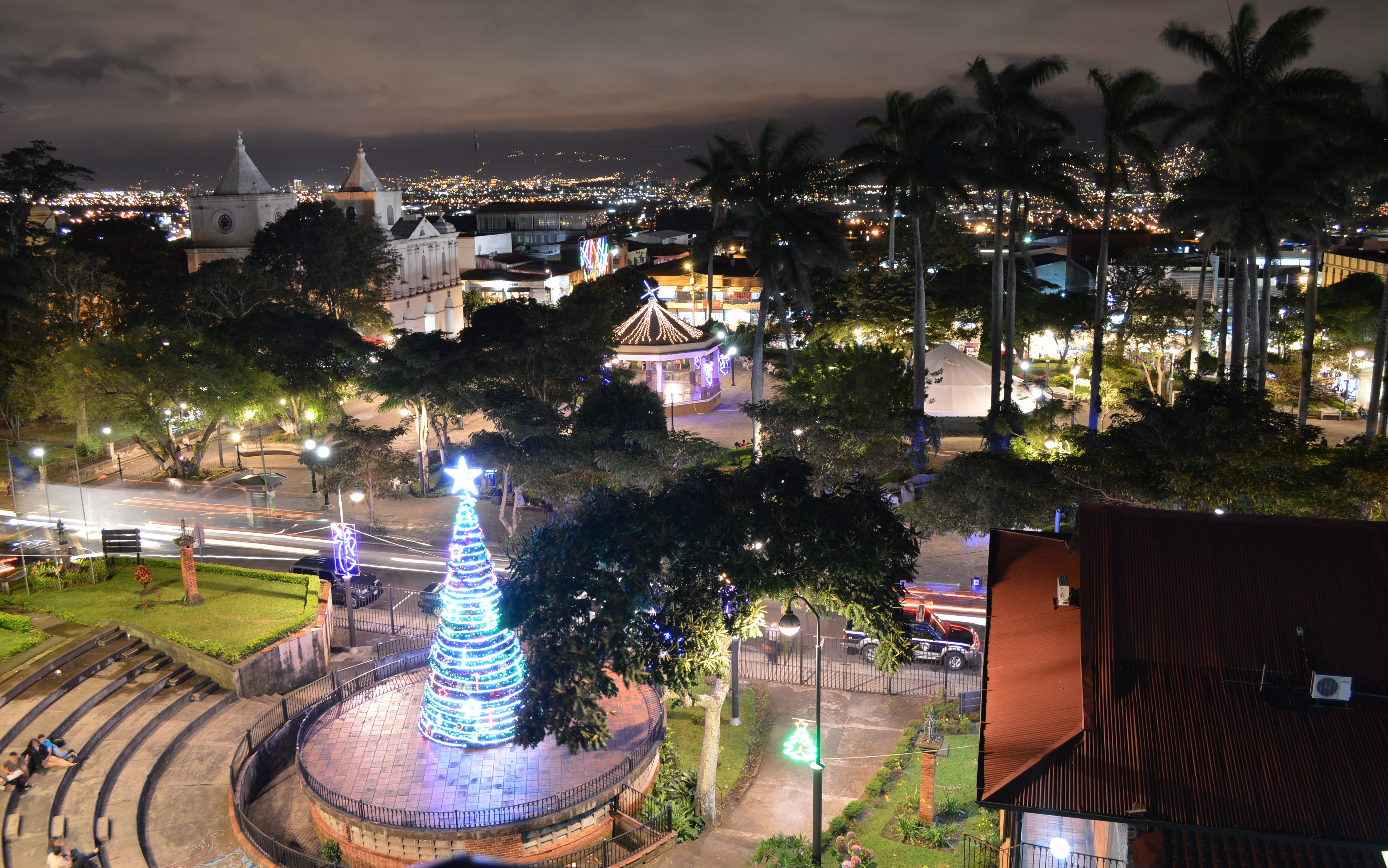
Kerstboom in Ciudad de Heredia

## Cuba

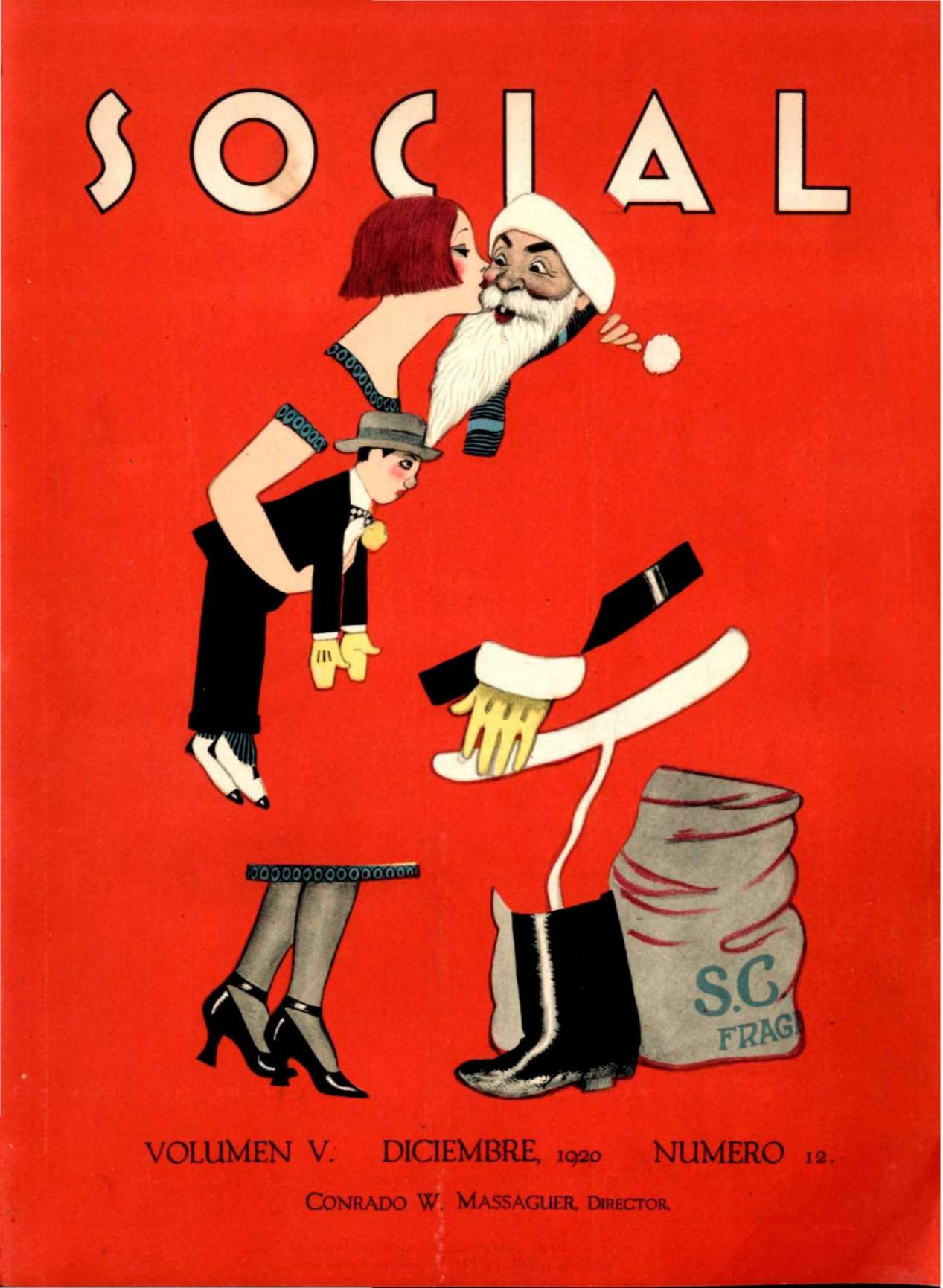
Een vrouw kust de kerstman op de voorkant van het tijdschrift Social, 1920

In Cuba is het diner op kerstavond (Nochebuena) het middelpunt van de viering. Traditioneel wordt geroosterd varken (lechón) gegeten. Er wordt aangenomen dat de traditie teruggaat tot de 15e eeuw, toen kolonisten uit het Caribisch gebied op jacht gingen naar varkens en ze roosterden met een krachtige vlam. In de Cubaanse en Cubaans-Amerikaanse traditie wordt het varken soms gekookt in een Caja China, een grote doos waarin een heel varken onder hete kolen wordt geplaatst. Het diner bestaat uit veel bijgerechten en desserts, en vaak worden er domino's gespeeld. De traditie wordt voortgezet door Cubaanse families in Florida en de Verenigde Staten.
Het kerstavonddiner wordt over het algemeen niet op een vast tijdstip geserveerd, maar wordt doorgaans wel met het hele gezin gegeten. Er wordt verwacht dat het hele gezin aan tafel zit om te beginnen met het proeven van de frijoles negros dormidos (slapende zwarte bonen) en de arroz blanco desgranado y reluciente (versnipperde witte rijst), de yuca con mojo (een Cubaans bijgerecht gemaakt door cassave te marineren in knoflook, zure sinaasappel en olijfolie), het geroosterde varkensvlees of de gevulde of ongevulde guanajo, samen met zelfgemaakte desserts, zoals kerstbeignets en een breed scala aan zoetigheden in siroop en Spaanse nougat.
Tijdens de regering van Fidel Castro verklaarde de staat zichzelf atheïstisch en werd Kerstmis uitgeroepen tot een niet-werkdag. Nadat de kersttraditie niet meer gevierd en gepromoot werd, werd 31 december de belangrijkste viering (die samenviel met de verjaardag van de revolutie). Kerstversieringen waren nog steeds te zien in restaurants, hotels en winkels die vreemde valuta verkochten. In 1995 vaardigde de Communistische Partij een circulaire uit waarin het tentoonstellen van kerstbomen op andere openbare plaatsen dan die waar toeristen komen, werd verboden. De regering van Castro nodigde paus Johannes Paulus II uit naar het eiland. De Cubaans-Katholieke Kerk verzocht om een officiële en definitieve hervatting van de kerstviering. Op 1 december 1998 heeft het Politiek Bureau van de Communistische Partij Kerstdag uitgeroepen tot een permanente feestdag in Cuba.

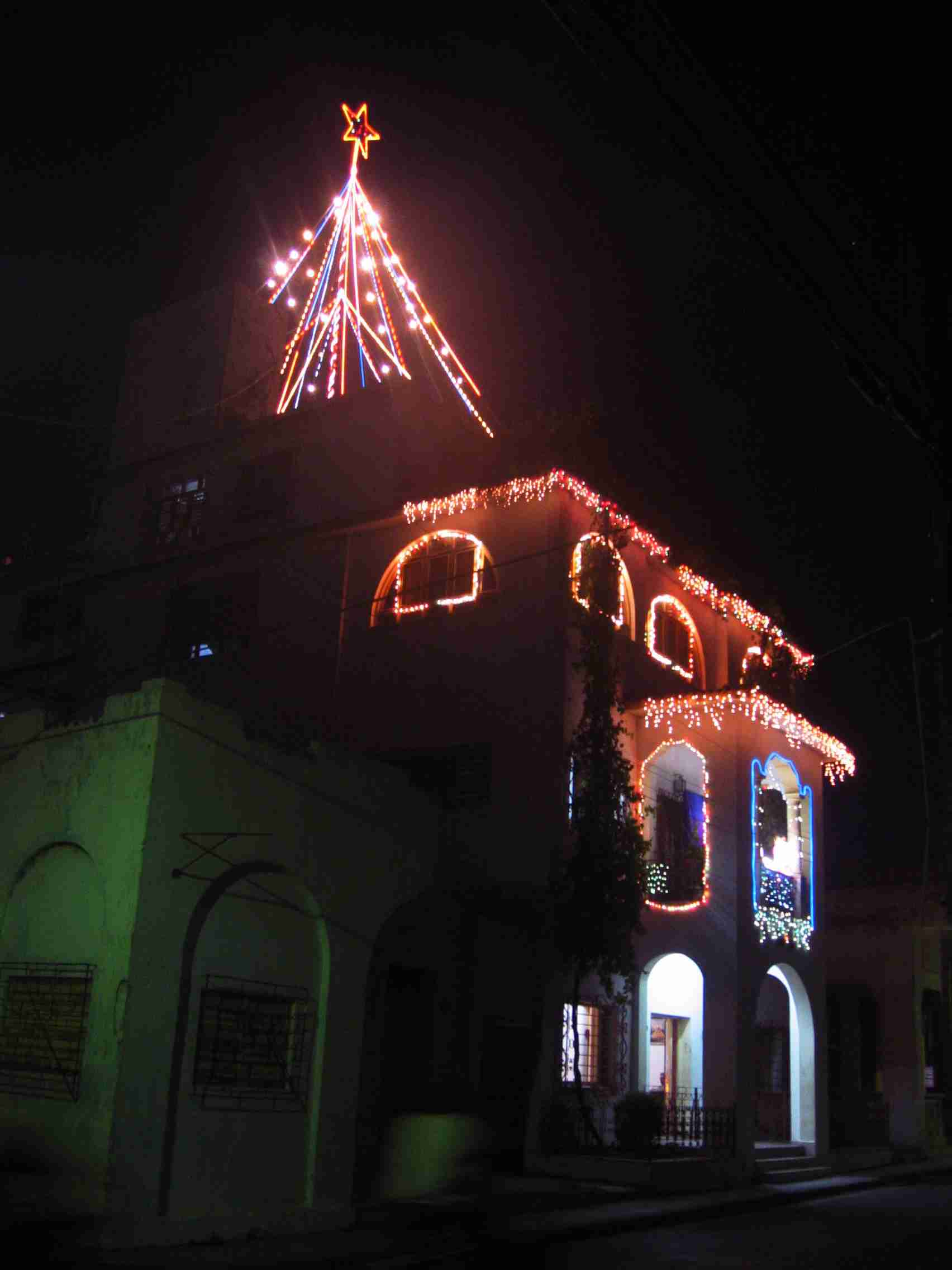
Kerstversiering
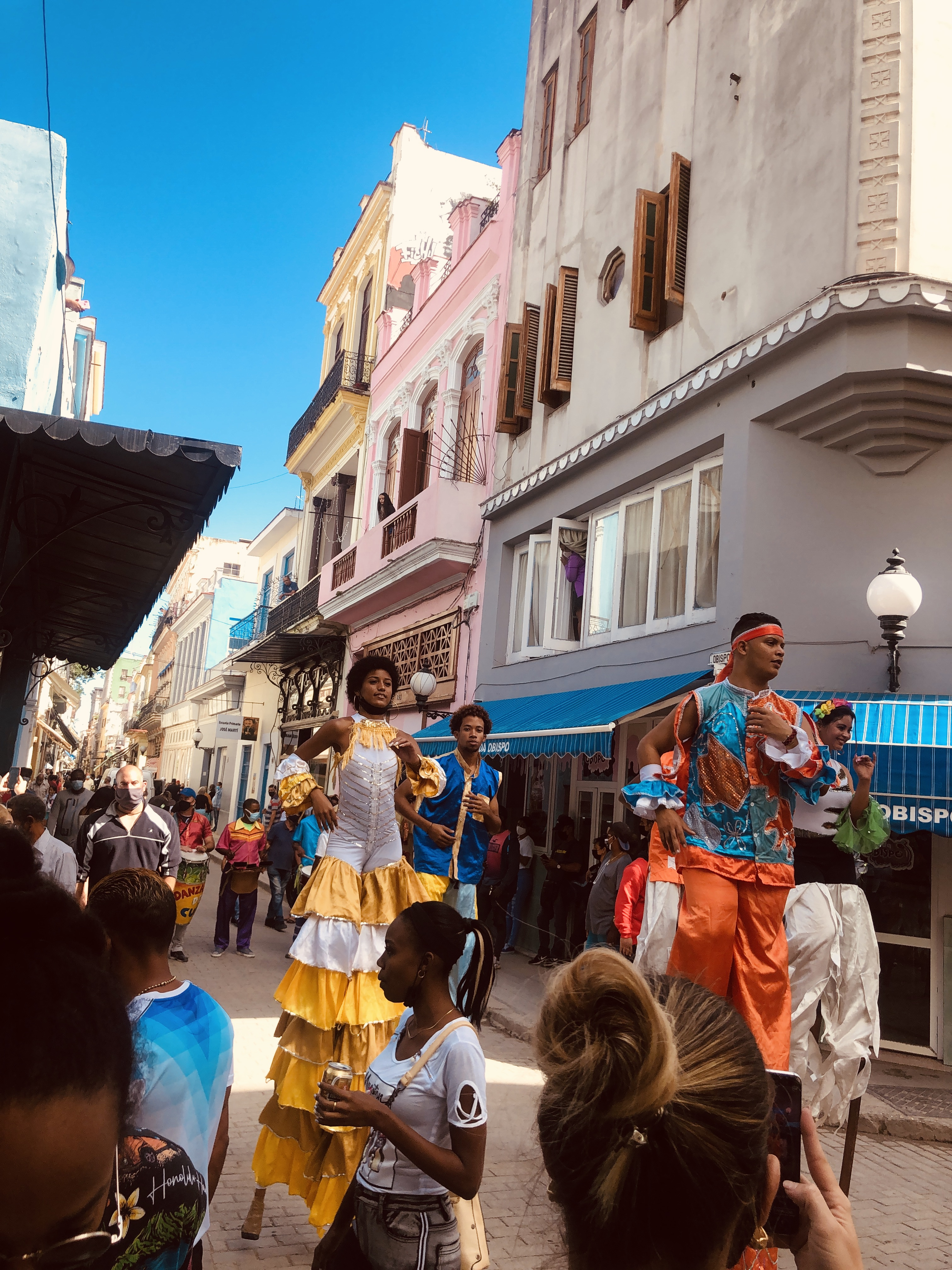
Viering van kerstavond, 24 december 2021
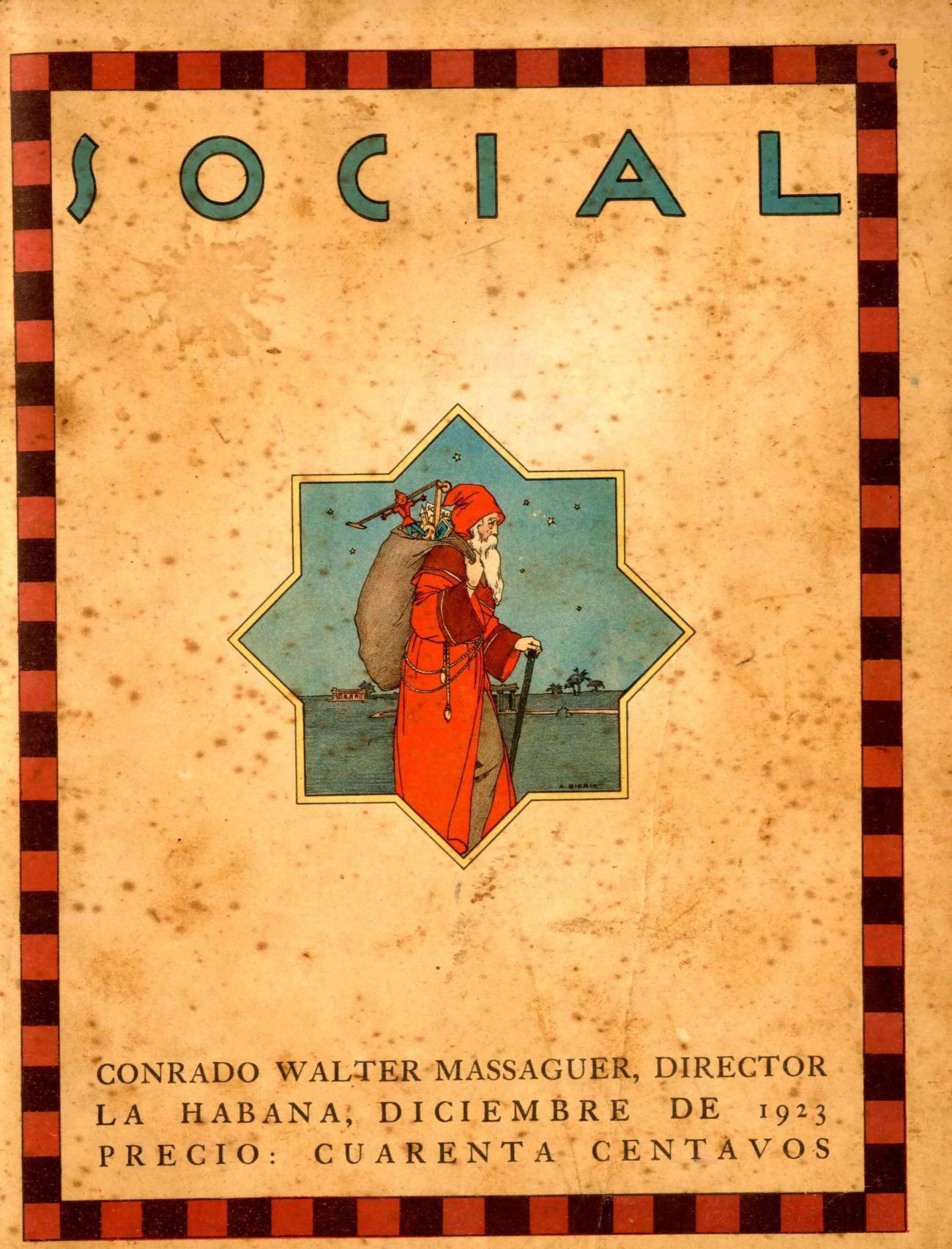
De kerstman en een zak vol kerstcadeaus op de voorkant van het tijdschrift Social, 1923

## Cyprus

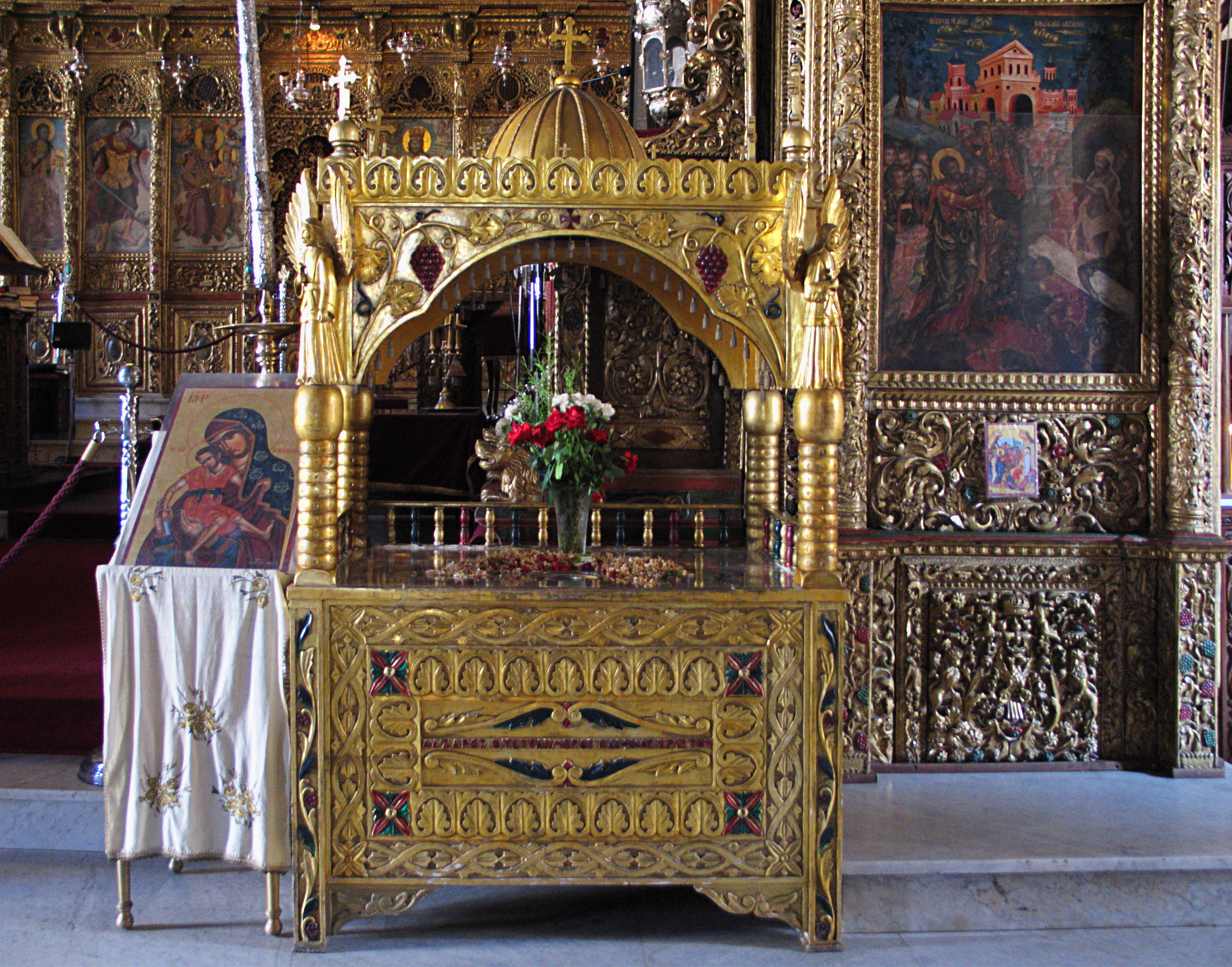
Kerst in de Sint-Lazarus kathedraal (Larnaka)

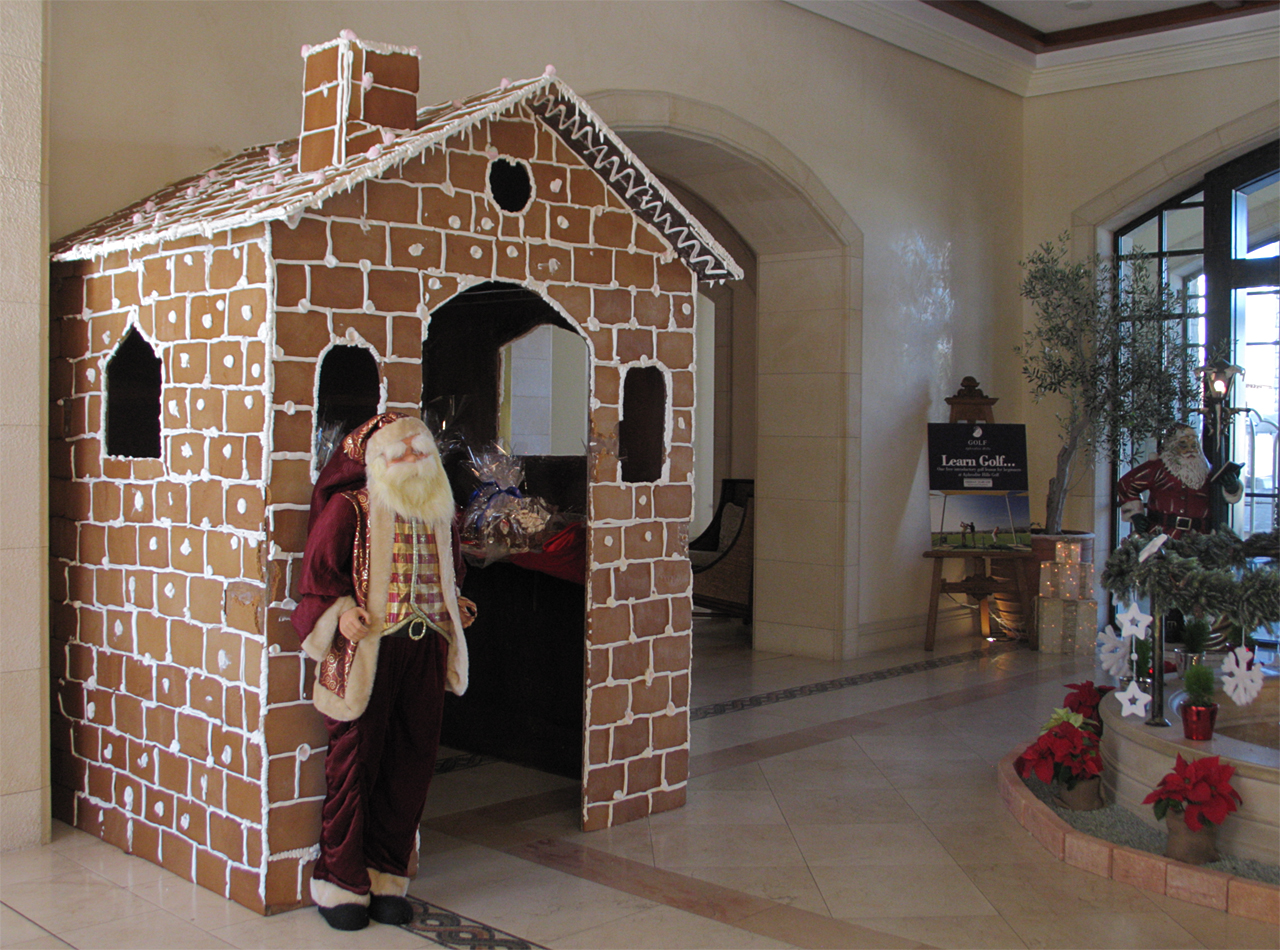
Kerstmis op Cyprus
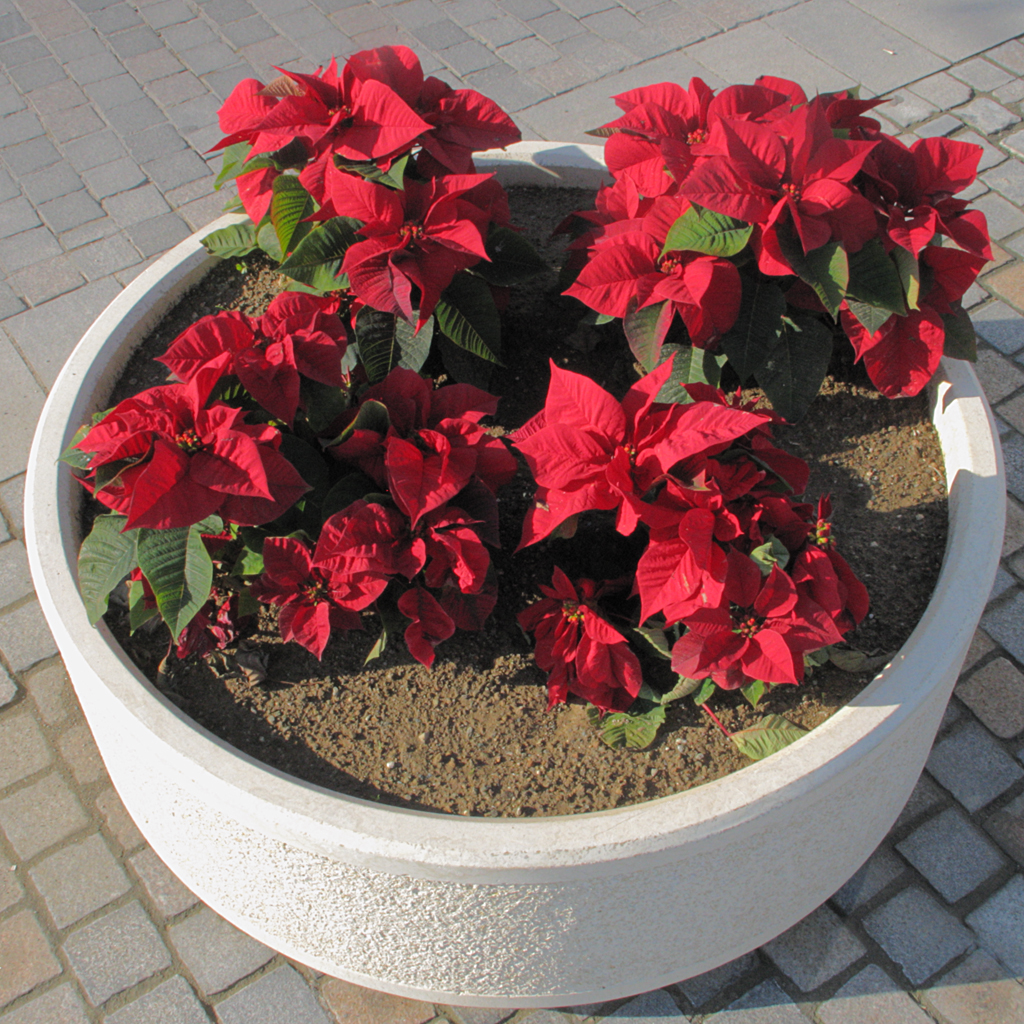
Euphorbia pulcherrima in Larnaka
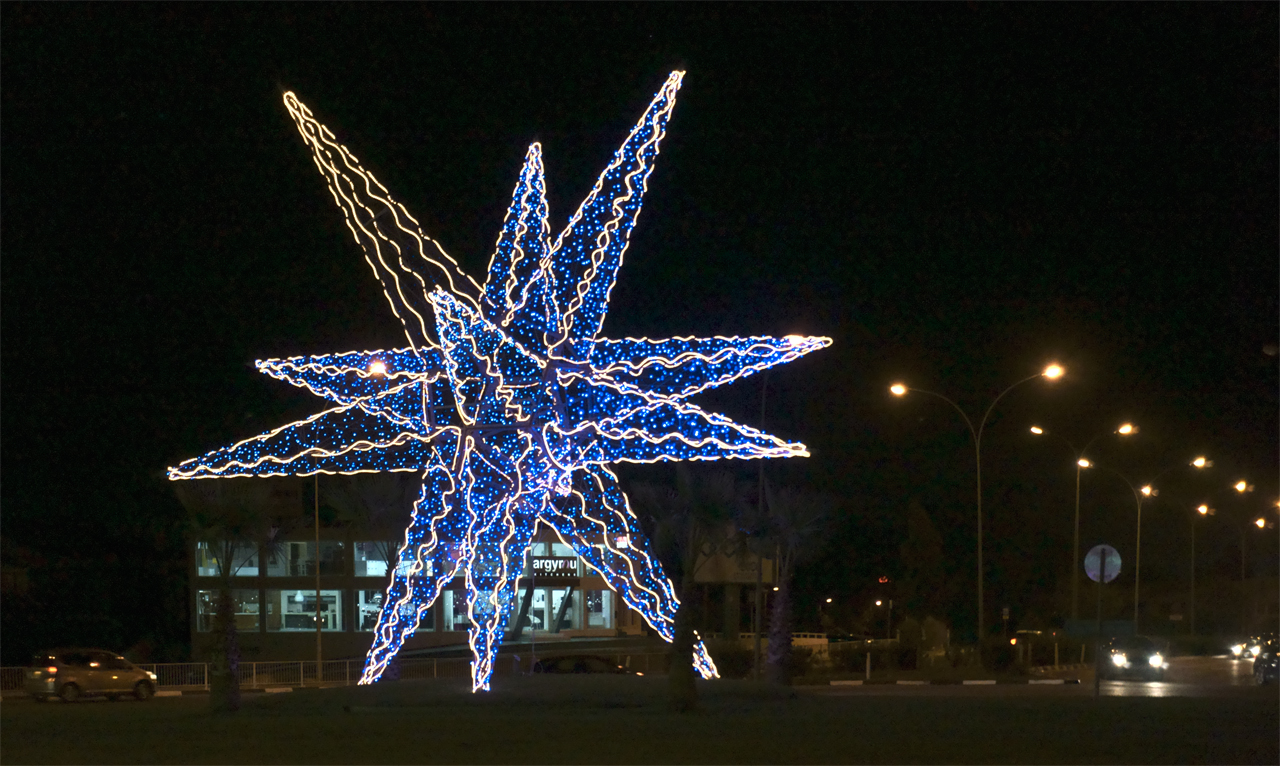
Kerstverlichting
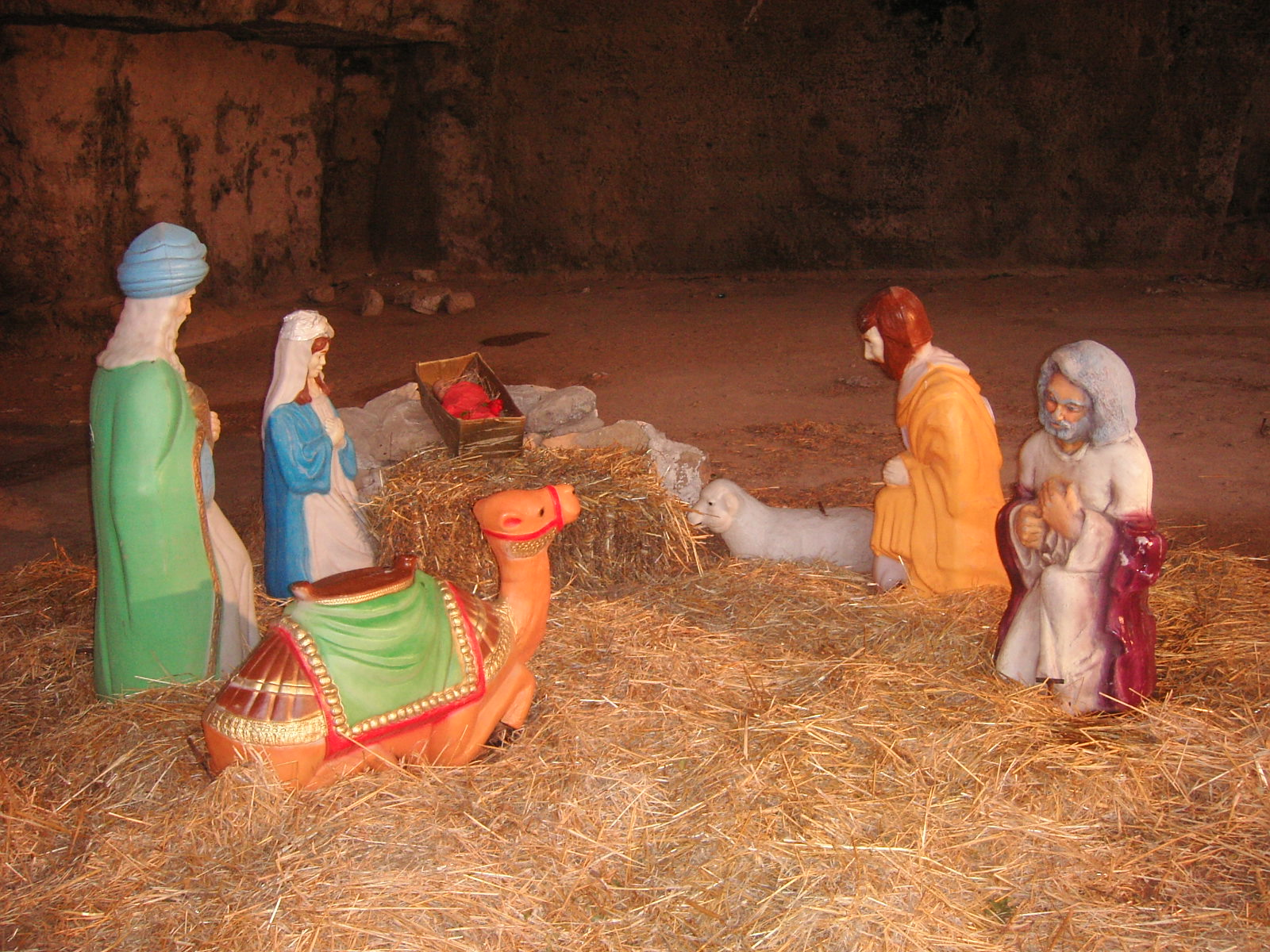
Kerststal in Paphos
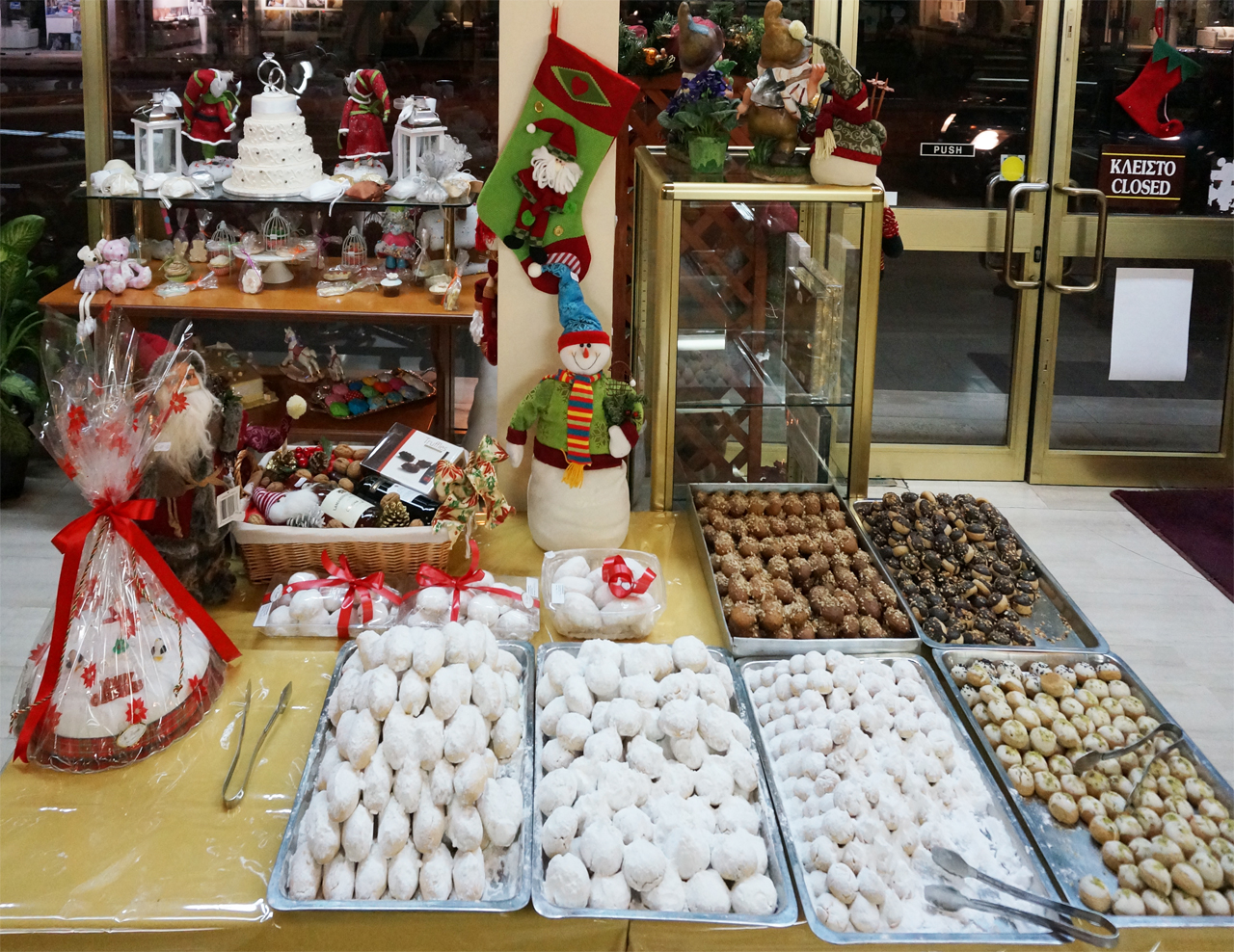
Snoep en decoraties voor het kerstfeest
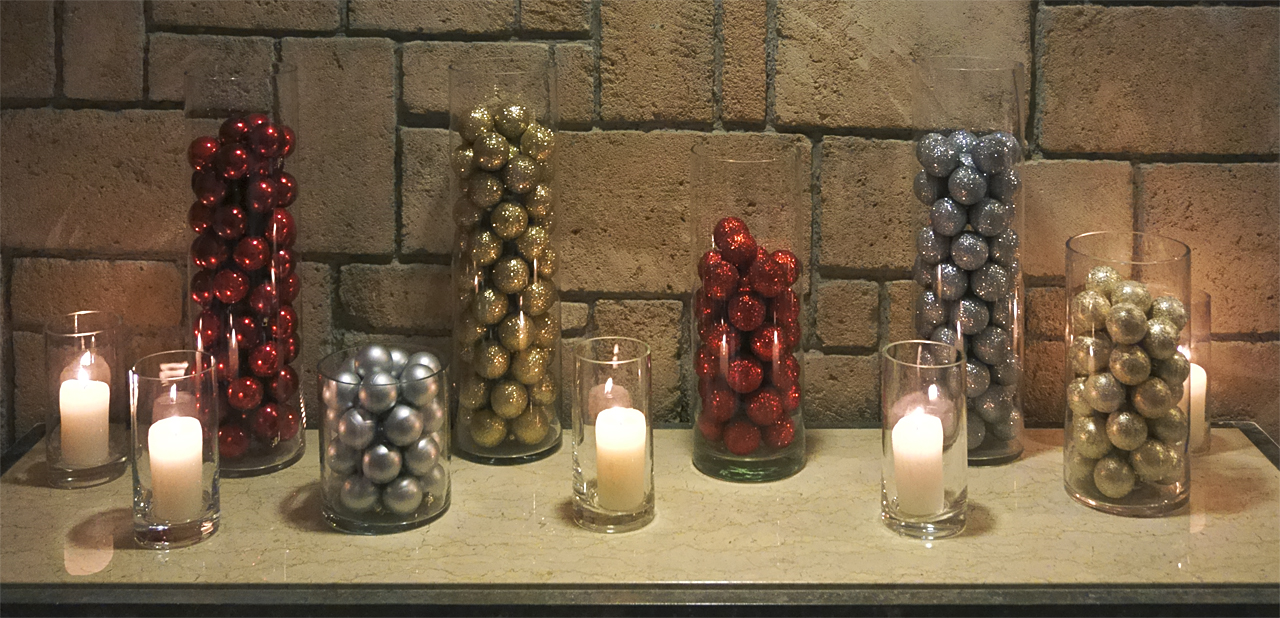
Kerstversiering
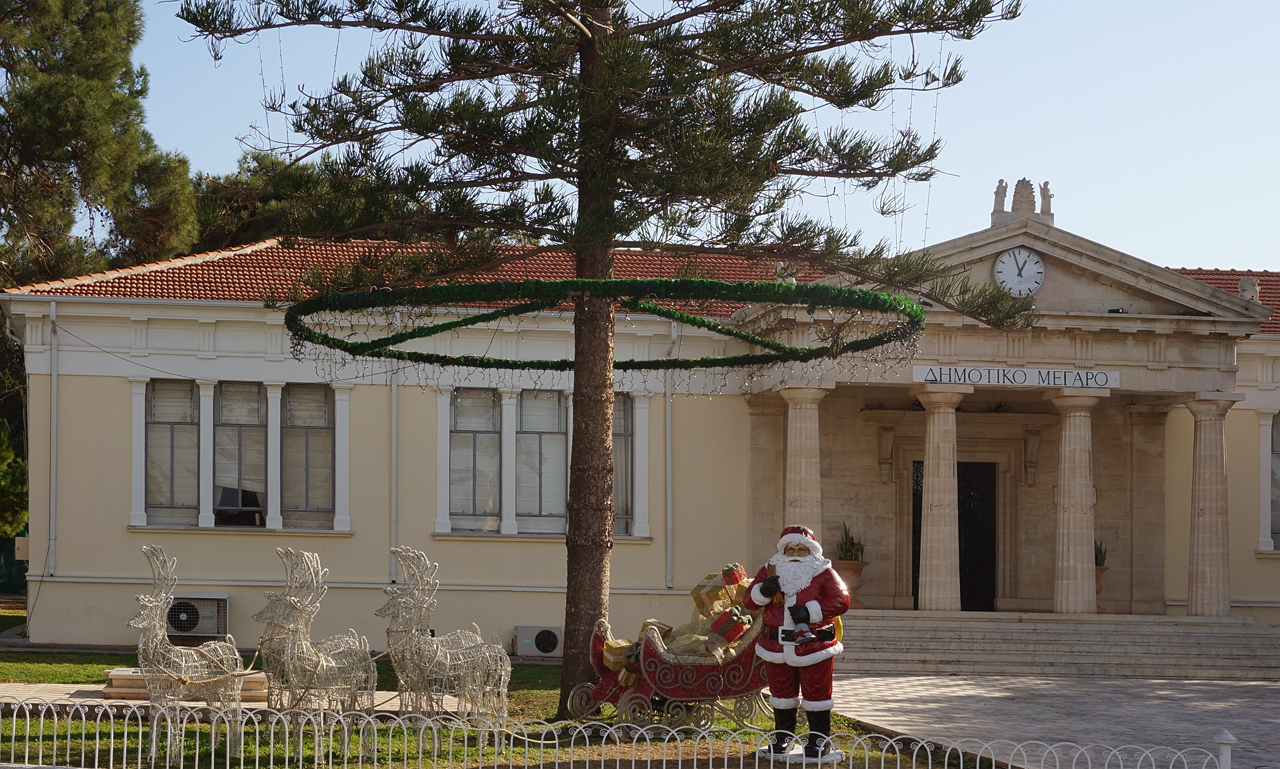
De kerstman en zijn arrenslee in Paphos
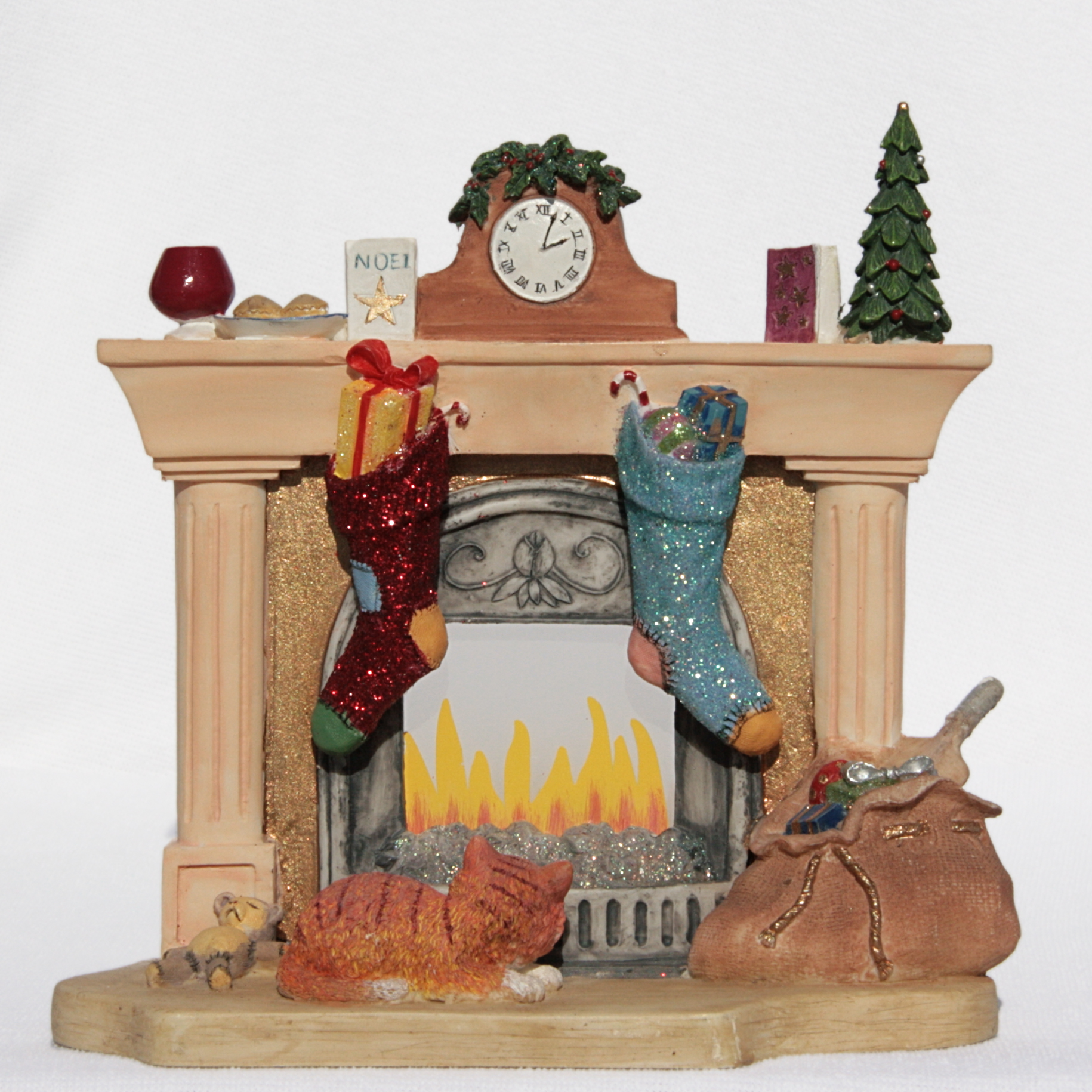
Een schoorsteenmantel met kerstsokken als kerstversiering

## Denemarken

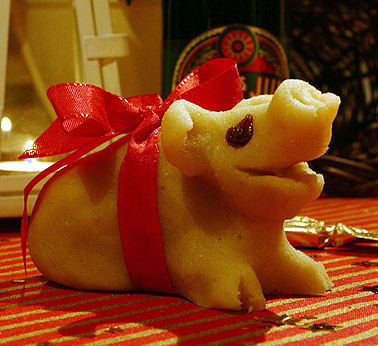
Het amandelcadeau dat met Kerstmis aan de vinder van de amandel in de rijstkom wordt gegeven, is traditioneel een marsepeinen varken.

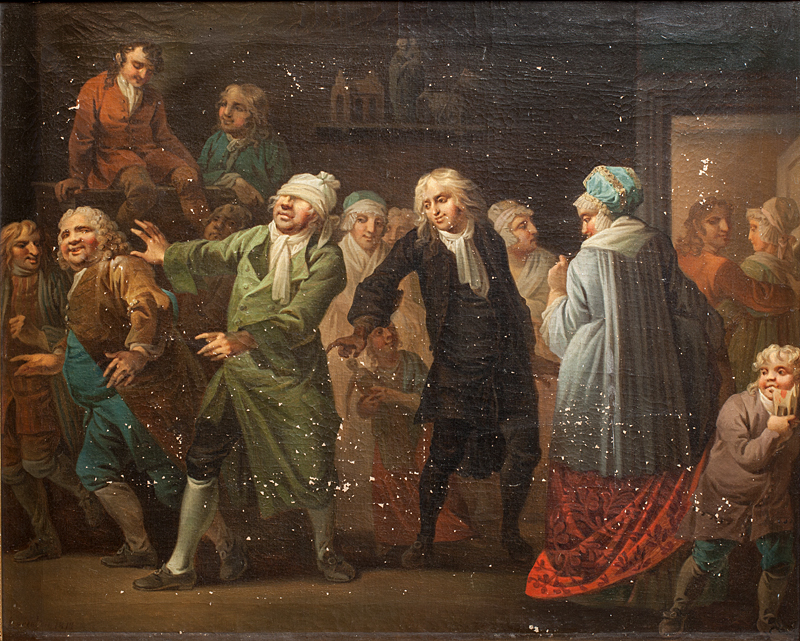
Julestuen, Statens Museum for Kunst, 1814

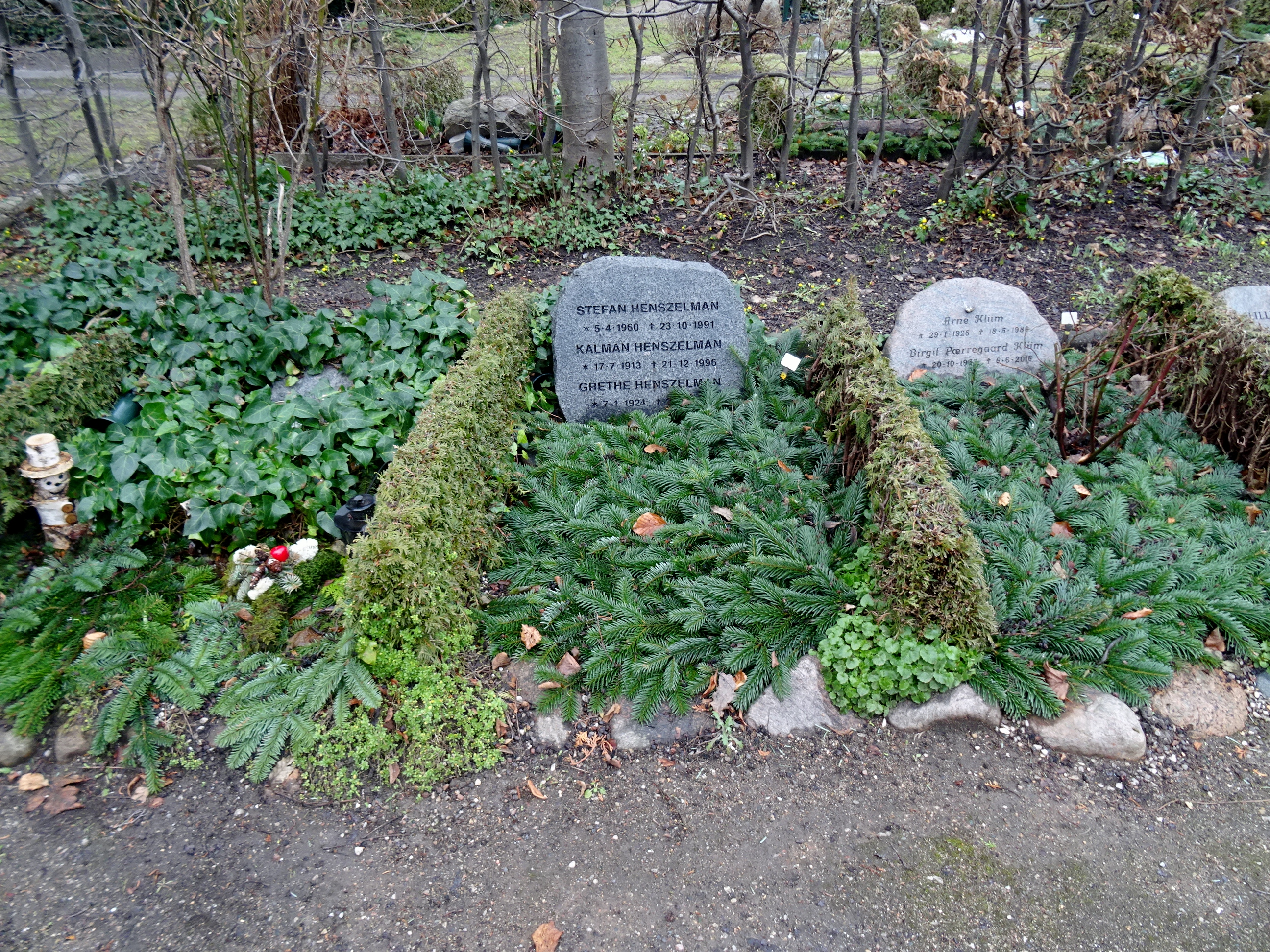
Graven versierd met groenblijvende takken

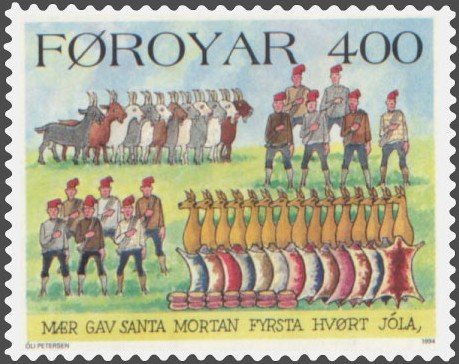
Kerstpostzegel met een illustratie van een traditioneel tellend kerstlied van de Faeröer. De geschenken bestaan uit: elf geiten, twaalf mannen, dertien huiden, veertien rondjes kaas en vijftien herten.

In Denemarken wordt traditioneel kerstavond gevierd met een diner met gans of eend, en gerechten als brunede kartofler (gekaramelliseerde aardappelen). Het diner wordt afgesloten met rijstpudding met gehakte amandelen en warme kersensaus (Riz à l'Amande, door de Denen verbasterd tot iets dat klinkt als "risalamang"). Het is traditie om een hele amandel in de pudding achter te laten, degene die de hele amandel vindt krijgt een prijs, een cadeautje (vergelijkbaar met de Koningentaart). Er zijn verscheidene trucs om ervoor te zorgen dat kinderen altijd een hele amandel vinden, en dus een prijs krijgen. Op verschillende plaatsen in het land bestaat bovendien de traditie dat de winnaar van het amandelcadeau het recht heeft om het eerste kerstcadeau uit te delen.
Eerder op de dag van kerstavond gaan Denen die een godsdienst belijden naar de kerk. Na het eten wordt er rond de kerstboom gedanst terwijl er kerstliederen gezongen worden. Daarna is het tijd om de cadeautjes die onder de kerstboom liggen uit te pakken.
Op eerste en tweede kerstdag gaan veel Denen op familiebezoek en eten een kerstlunch ("julefrokost") met onder andere gemarineerde haring samen met een glas akvavit en bier. Een typisch kerstgerecht is de klejne.
In Denemarken wordt ook het Luciafeest gevierd.
In het sprookje De dennenboom (gepubliceerd op 21 december 1844) van Hans Christian Andersen hoort de dennenboom, die altijd over betere tijden droomt, van mussen dat de boompjes versierd worden met kaarsen, vergulde appels, kransjes van koek en chocolade en in de huiskamers worden gezet. Na de kerstperiode ontdekt de boom dat het voorbij is, hij wordt verbrand in een brouwketel.
Het woord ‘Nisse’ komt uit Denemarken, waar de figuur ook ‘Niels’, ‘Niels Gårdbo’ of ‘Puge’ zou kunnen heten. De naam is een afkorting van Nikolaus of Nils en kwam na de Reformatie in Duitsland terecht. Hans Christian Andersen beschrijft de Nisse in Het kaboutertje bij de spekslager, waar hij elke kerst grutten met boter krijgt.
Rijstpudding gekookt met melk en geserveerd met een klontje boter en een strooimengsel van suiker en kaneelpoeder is een traditioneel kerstgerecht in Denemarken. Het gerecht heet 'Risengrød' in het Deens, wat zich vertaalt als rijstepap. Vroeger werd in december een kom op zolder geplaatst als offer om het bovennatuurlijke wezen 'Nissen' te kalmeren, een onvoorspelbaar en vaak erg chagrijnig wezen uit de Deense en Scandinavische folklore.

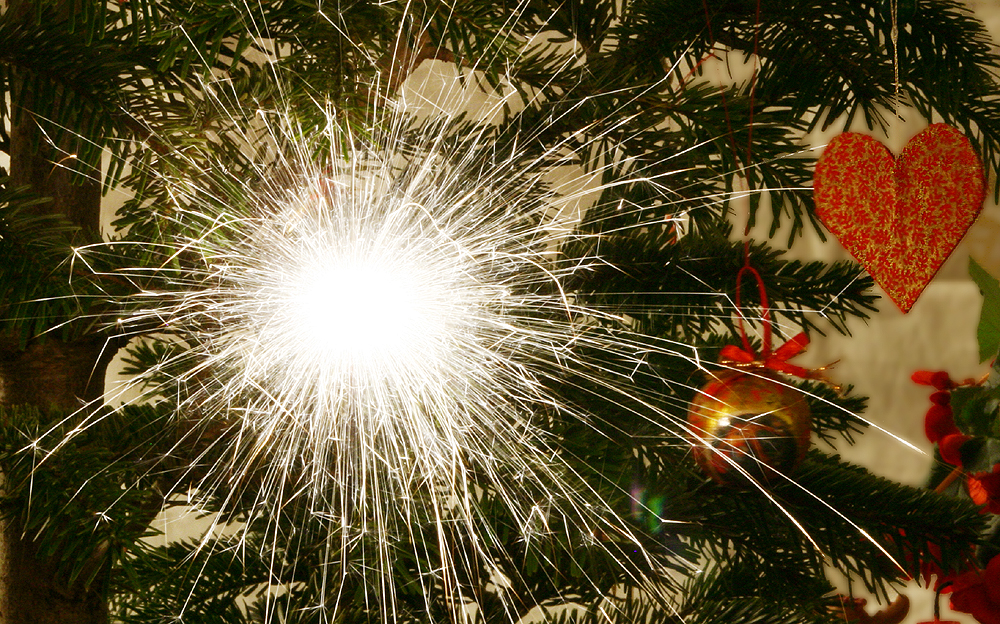
Sterretjes in een kerstboom in Denemarken
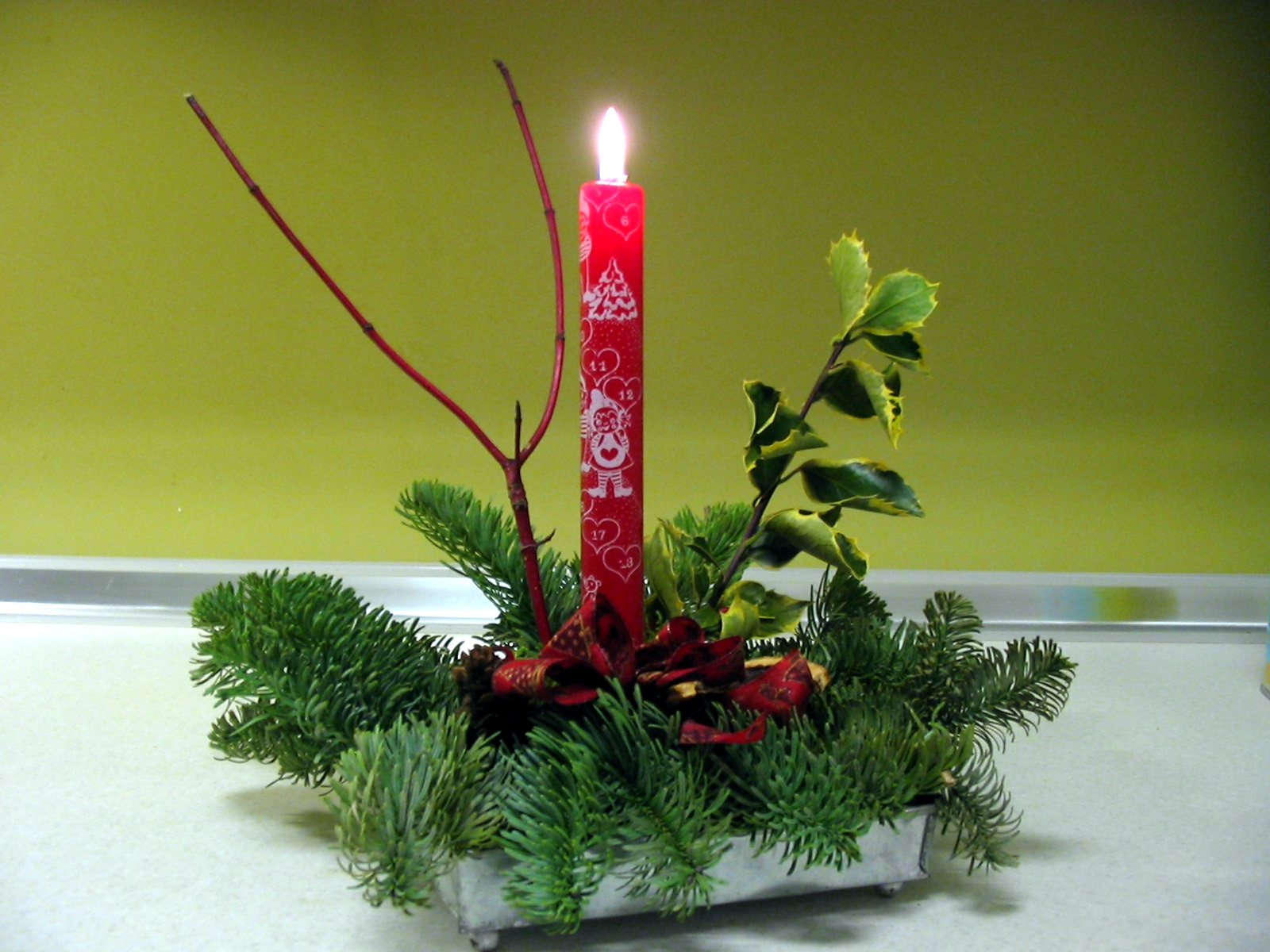
Een kerststuk met een kaars om de dagen tot kerst af te tellen
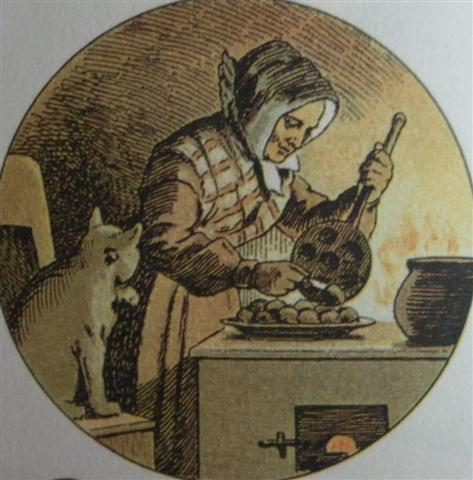
Appelbeignets, Peters Jul, 1889
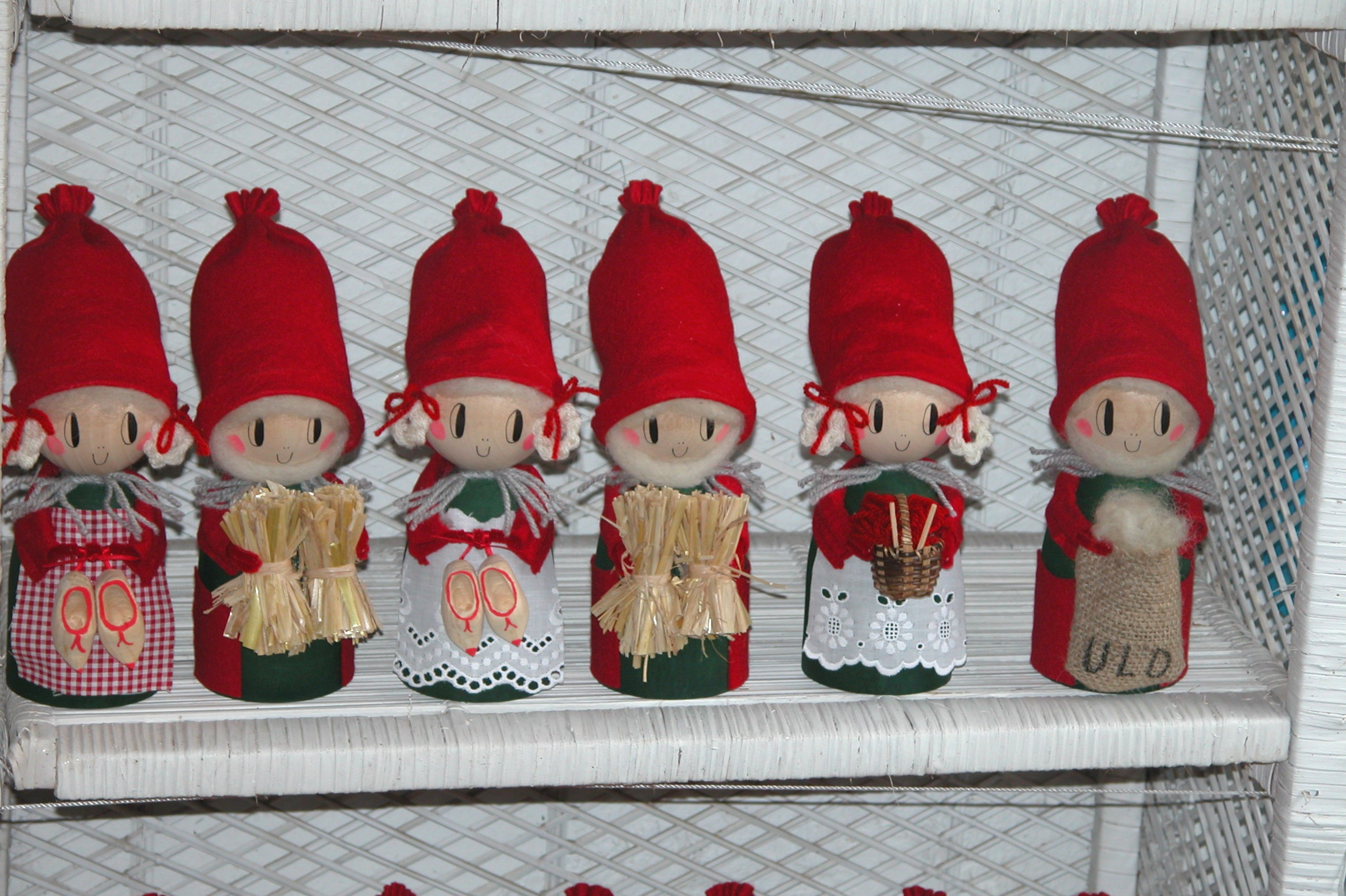
Nisse of Tomte, 2002
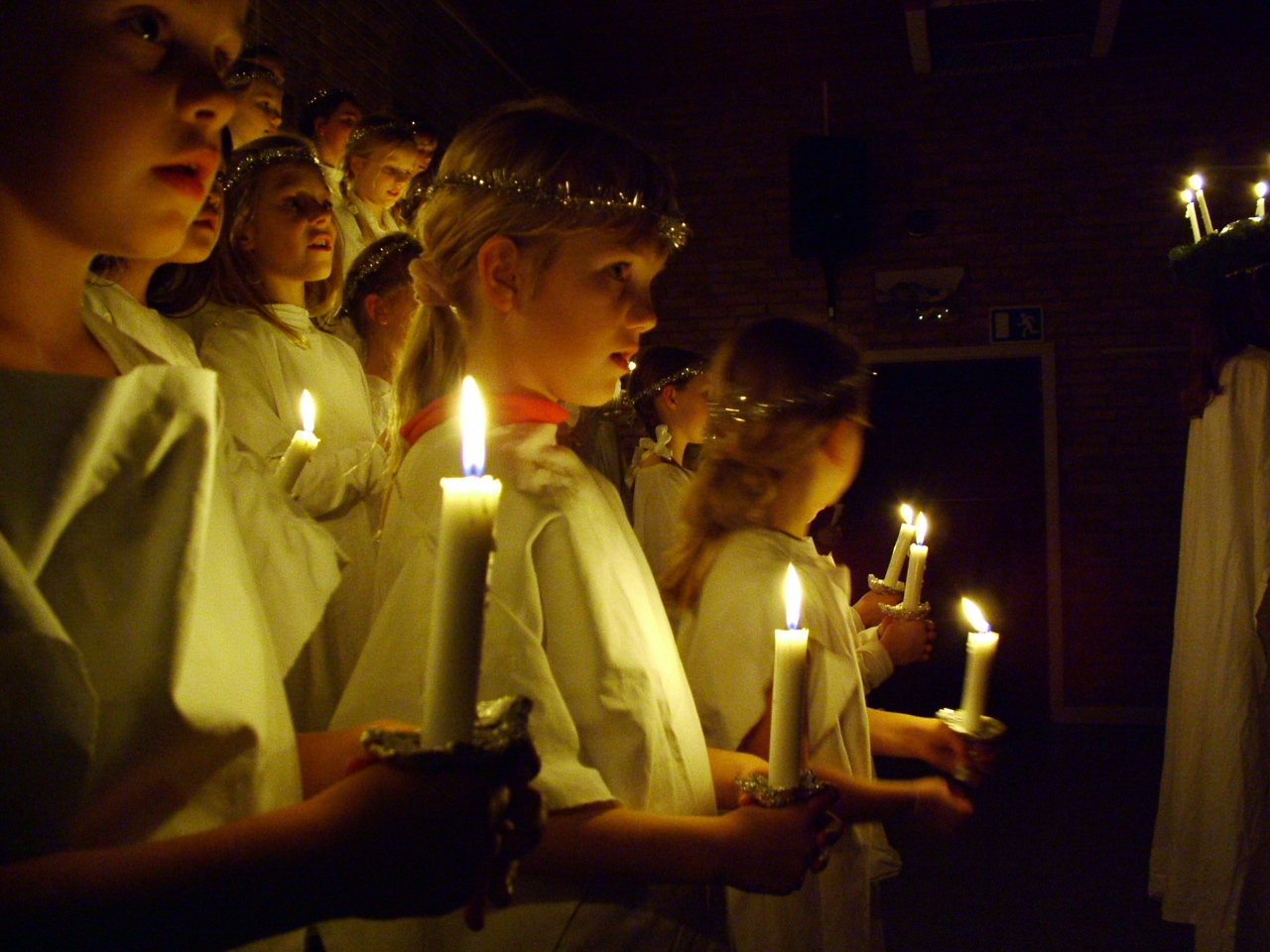
Sint Lucia processie, 2006
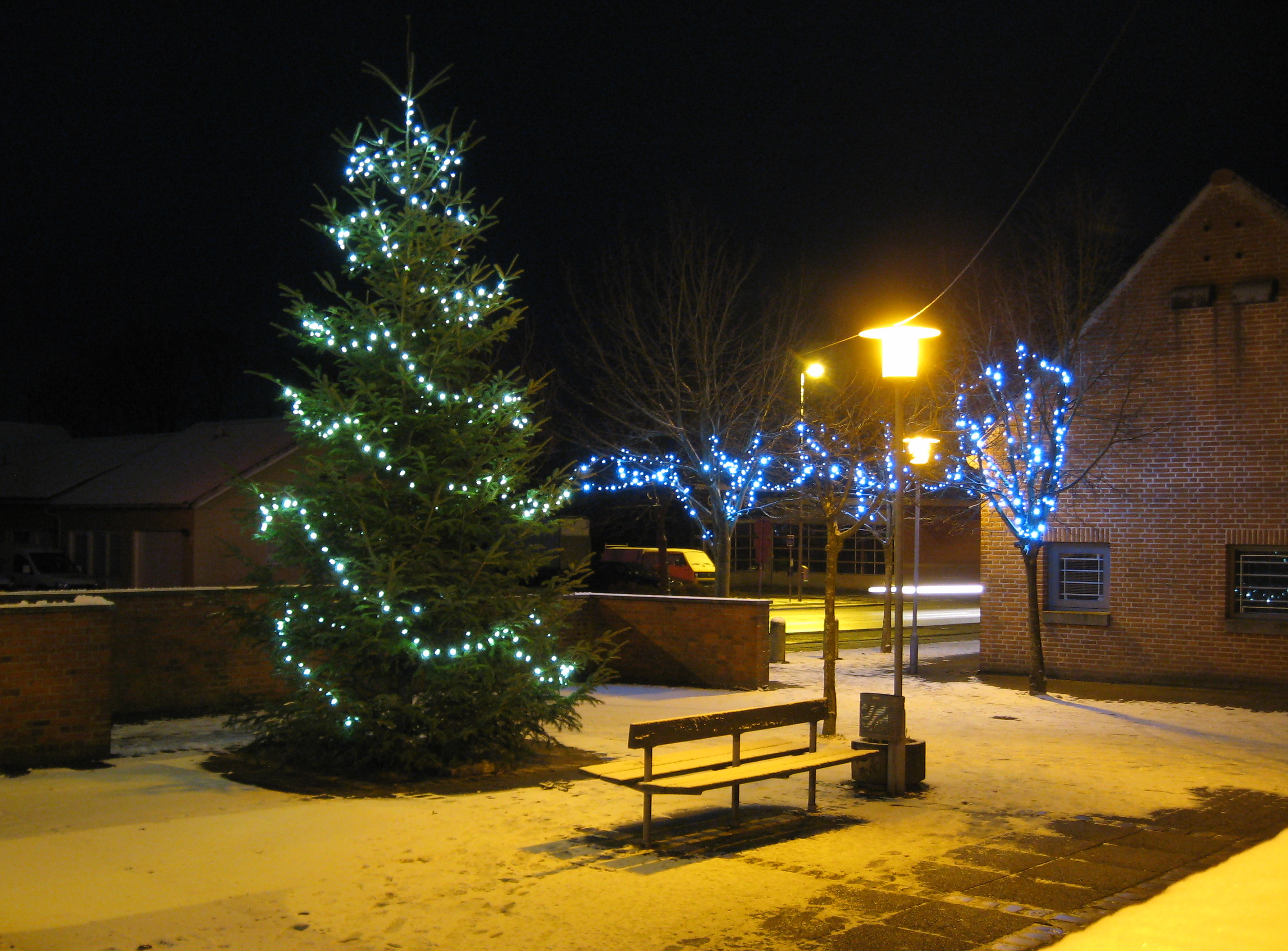
Juletræ, 2008
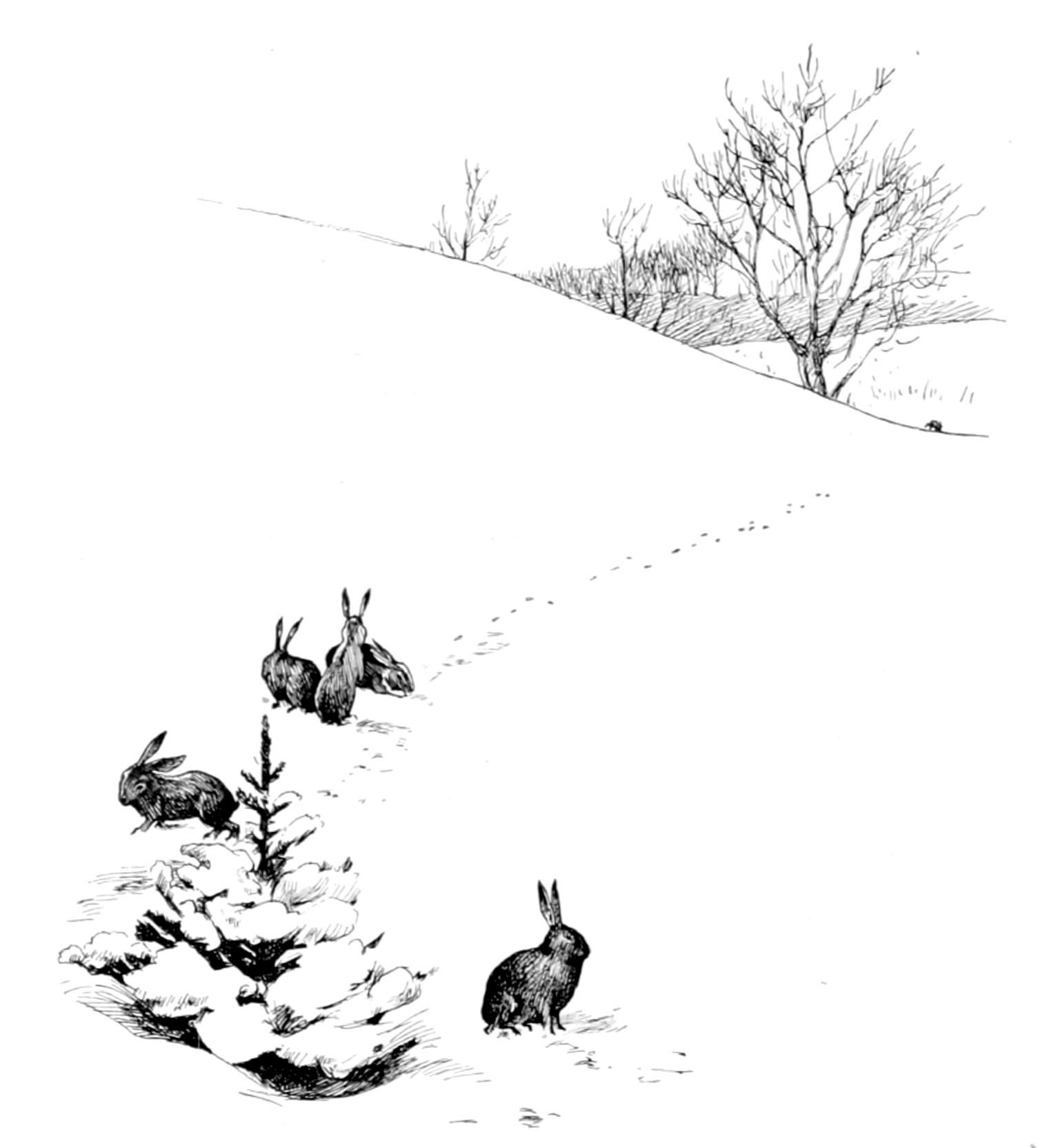
Illustratie bij De dennenboom, 1900
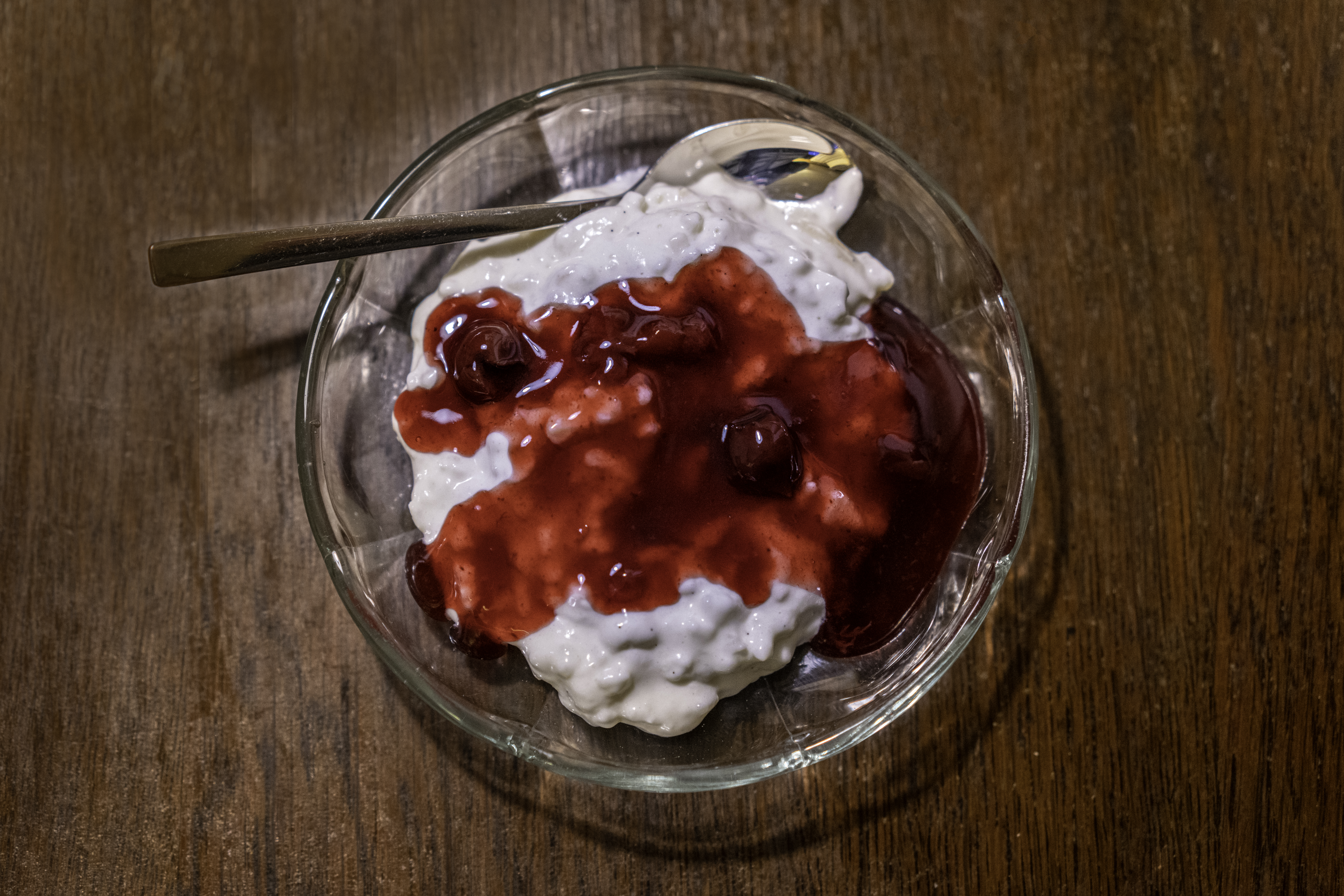
Een typisch Deens kerstdessert is risalmande, gemaakt van rijstepap, slagroom en kersen.
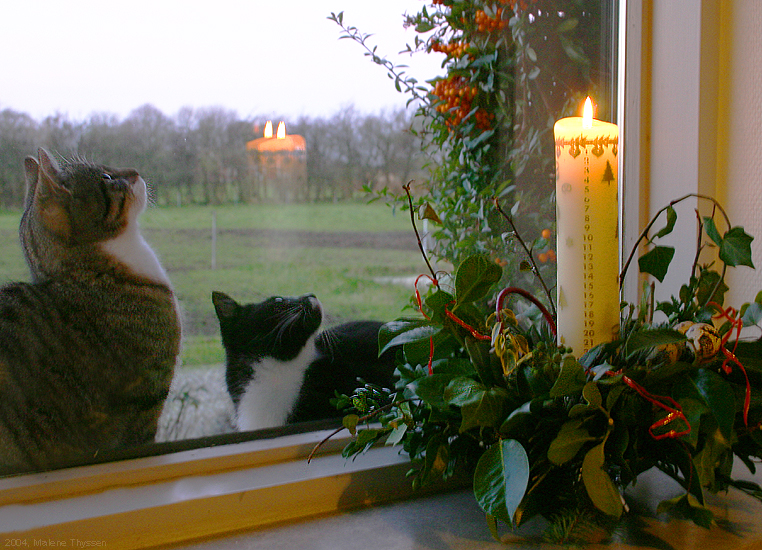
Aftellen tot kerst met de kalenderlys
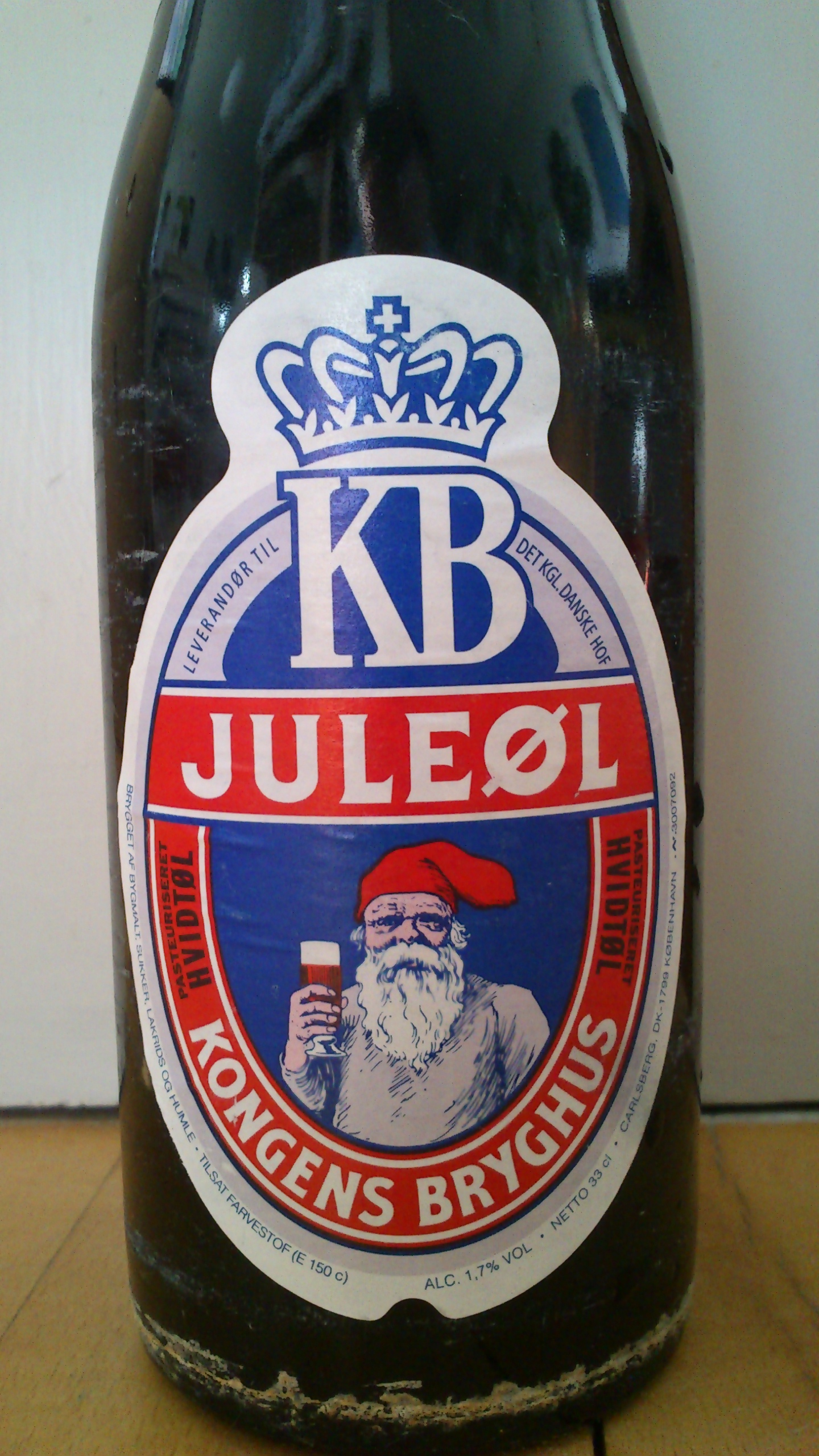
Hvidtøl
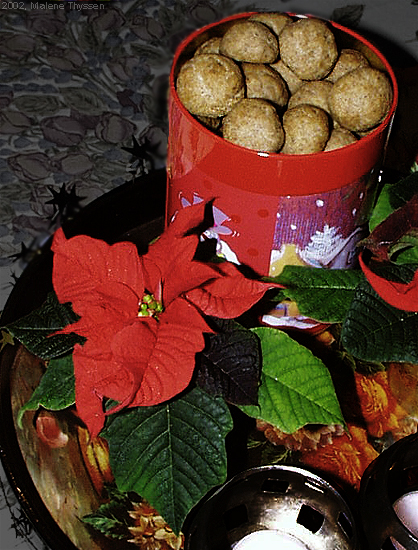
Pebernoedder
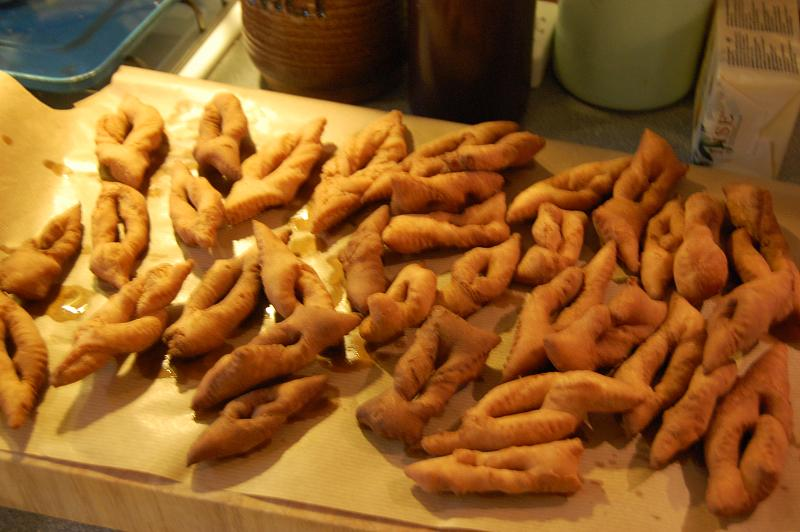
Klejner
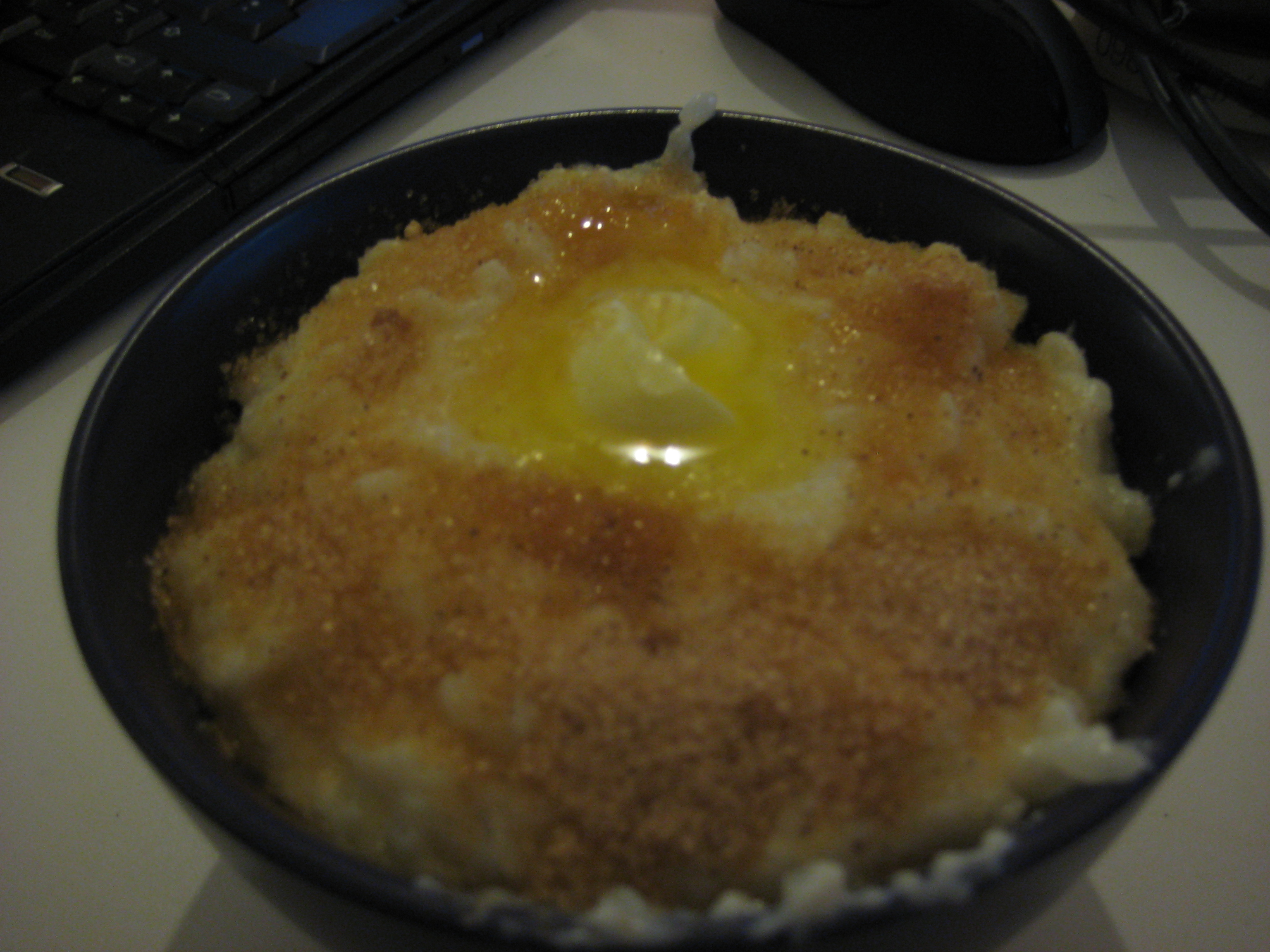
Risengroed
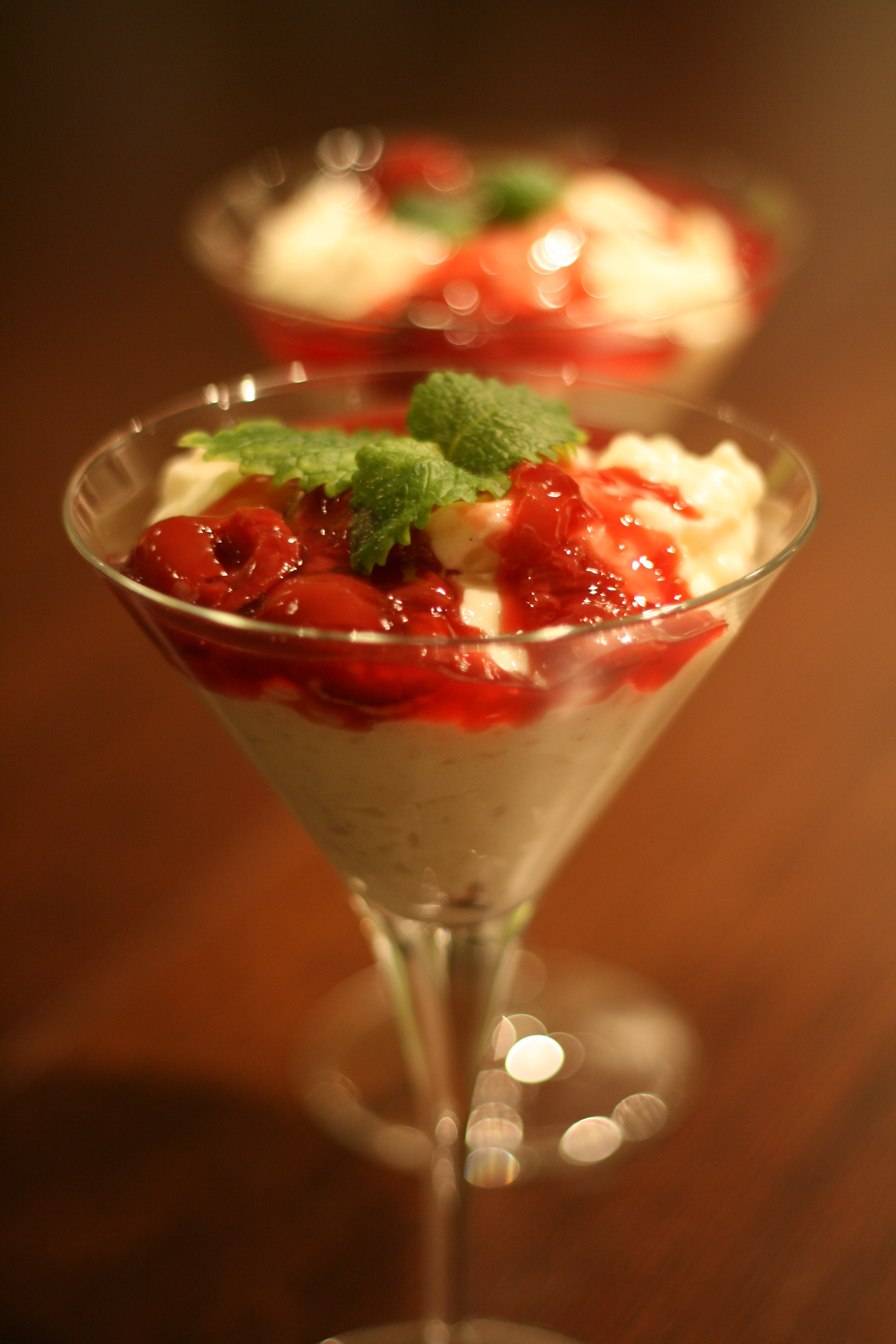
Deens kerstdessert met rijst en amandelen: Risalamande
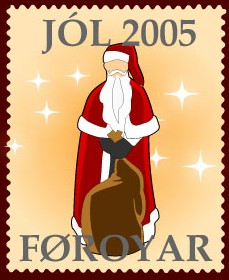
Kerstpostzege van de Faeröer, 2005

## Dominicaanse republiek

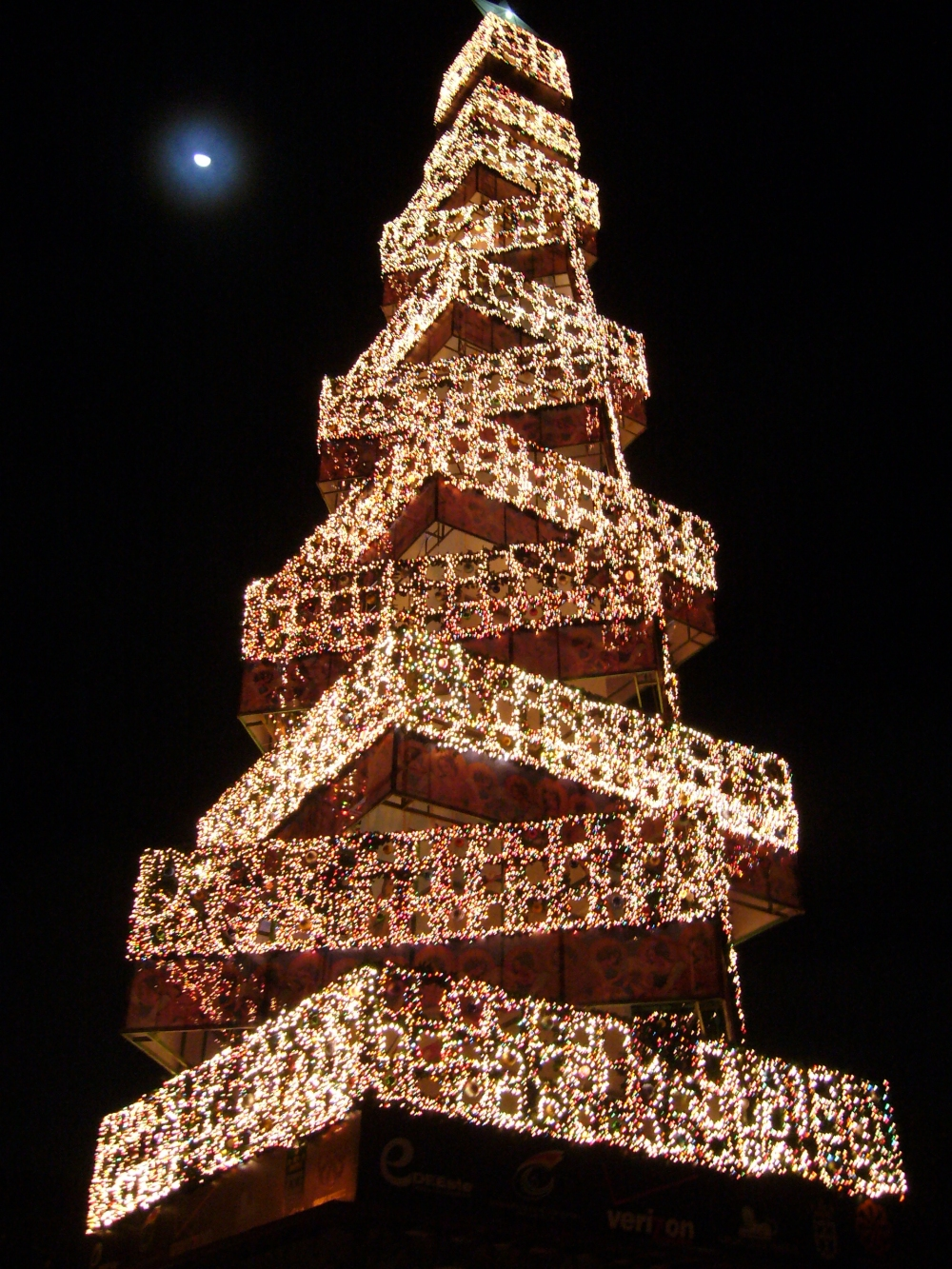
De obelisk in Santo Domingo is feestelijk versierd voor de kerst, Dominicaanse Republiek.
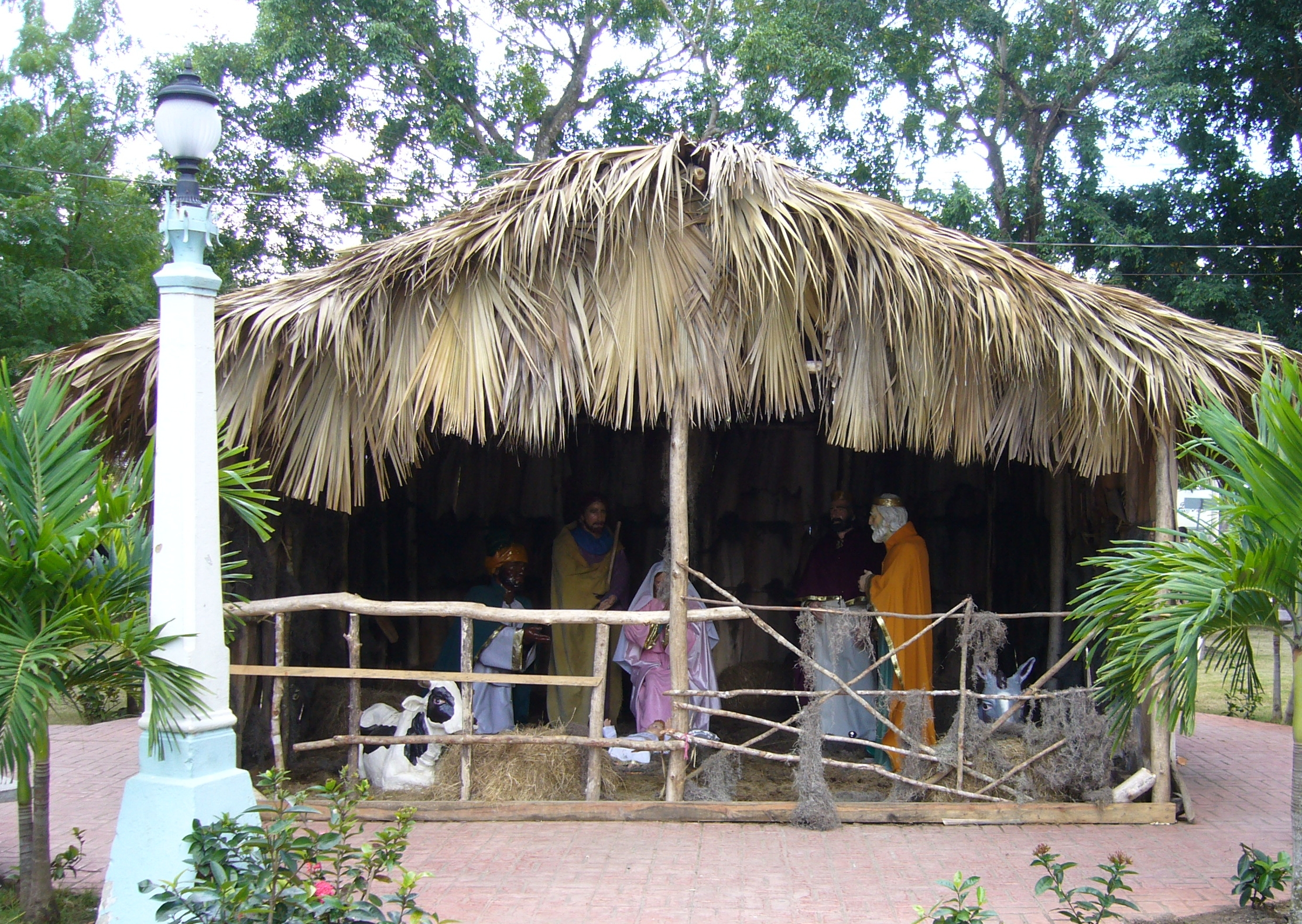
Kerststal in Boca Chica
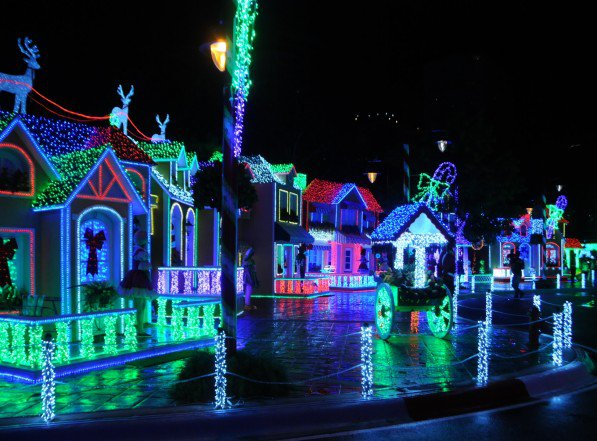
Het festival Parque de las Luces held in Santo Domingo

## Duitsland

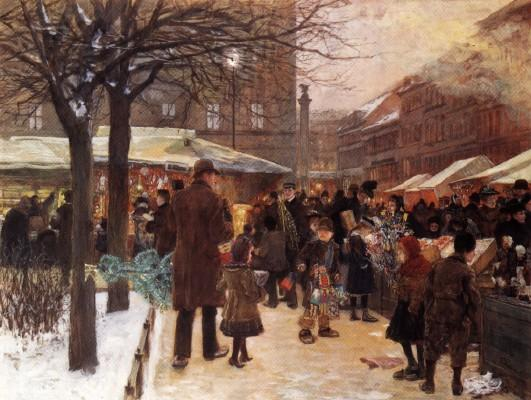
Kerstmarkt in Berlijn, 1892

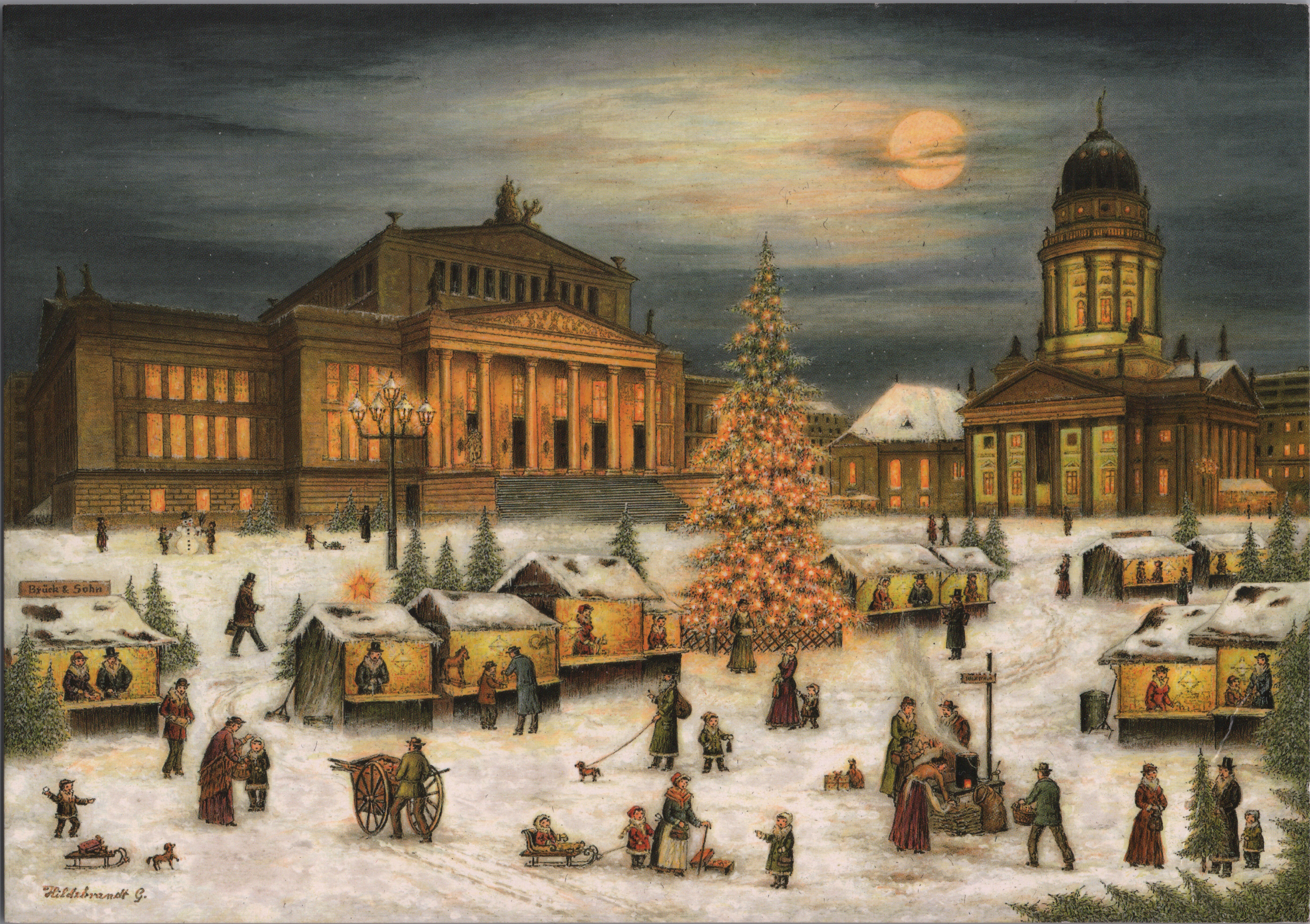
Kerstkaart met afbeelding van een kerstmarkt voor het Konzerthaus Berlin

In Duitsland is de algemene term voor Kerstmis Weihnachten, wat letterlijk "heilige nacht" betekent. De Weihnachtsbaum (kerstboom) wordt in Duitsland meestal in de middag van 24 december opgezet. De bomen kunnen worden gekocht bij speciale handelaren, maar bij sommige families bestaat nog steeds de gewoonte om er in het bos zelf een te kappen. Er worden in de weken rond kerstmis in diverse steden Weihnachtsmarkten (kerstmarkten) georganiseerd. In veel gezinnen maakt het bijwonen van een kerkdienst, hetzij in de late namiddag (kerstvespers, kerstspel) of 's avonds (kerst-mis), deel uit van het ritueel, zelfs voor niet-kerkgangers. De kerkdiensten op kerstavond behoren dan ook tot de best bezochte van het hele jaar, in alle kerkgenootschappen.
In Duitsland is het sinds 1970 de gewoonte dat de Bondspresident een kersttoespraak (Weihnachtsansprache) houdt, terwijl de Bondskanselier een nieuwjaarstoespraak (Neujahrsansprache) voor zijn rekening neemt. Van 1949 tot en met 1969 was het precies omgekeerd.
De opera Hänsel und Gretel is sinds de eerste uitvoeringen in 1893 aan Kerst verbonden en wordt ook tegenwoordig vaak uitgevoerd rond Kerstmis.
Nazipropaganda maakte ook gebruik van kerstversiering. Volgens de psycholoog Wilfried Daim zou Adolf Hitler de rol van messias en wereldverlosser op zich moeten nemen in plaats van Jezus Christus. De nationaal-socialistische kerstcultus combineerde patriottische, “ jeugdgedreven ” en etnische kerstmystiek, symboliek, zogenaamd ontleend aan de Germaanse mythologie, maar ook overdreven moeder- en heldenverheerlijking. 
De gegermaniseerde interpretatie van Kerstmis was aanvankelijk van bijzonder belang voor Germanofiele kringen binnen de SS, het Rosenberg-kantoor en de folklore. In de vooroorlogse periode beïnvloedde het propagandaministerie Kerstmis via de Duitse Volkswinterhulporganisatie. Het werd voor de ogen van de bevolking opgevoerd als een “festival voor het hele volk […] over klassen, statussen en denominaties heen”. Tijdens de Tweede Wereldoorlog eigende de nationaal-socialistische leiding Kerstmis toe voor oorlogspropaganda. De verzending van veldpostpakketten, de productie en uitzending van zogenaamde kerstringuitzendingen op de radio en de organisatie van Kerstmis als festival van helden- en dodenverering waren een integraal onderdeel van die jaren. Ondanks de inspanningen lukte het niet de traditionele christelijke kerstviering te verdringen.

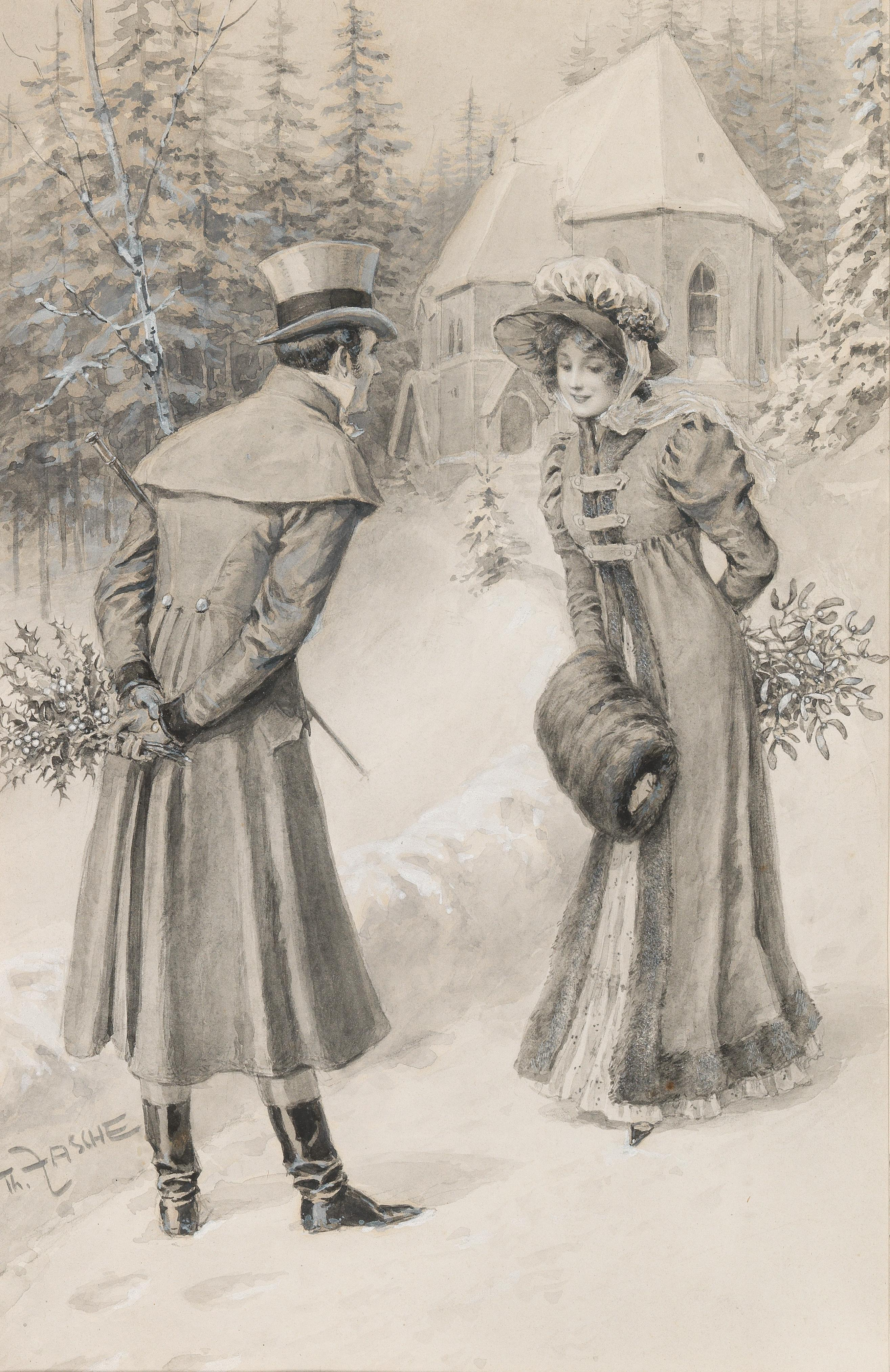
Een paar met Misteln (maretak) ontmoet elkaar bij een kapel voor het kerstfeest plaatsvind, Theodor Zasche (1862–1922)
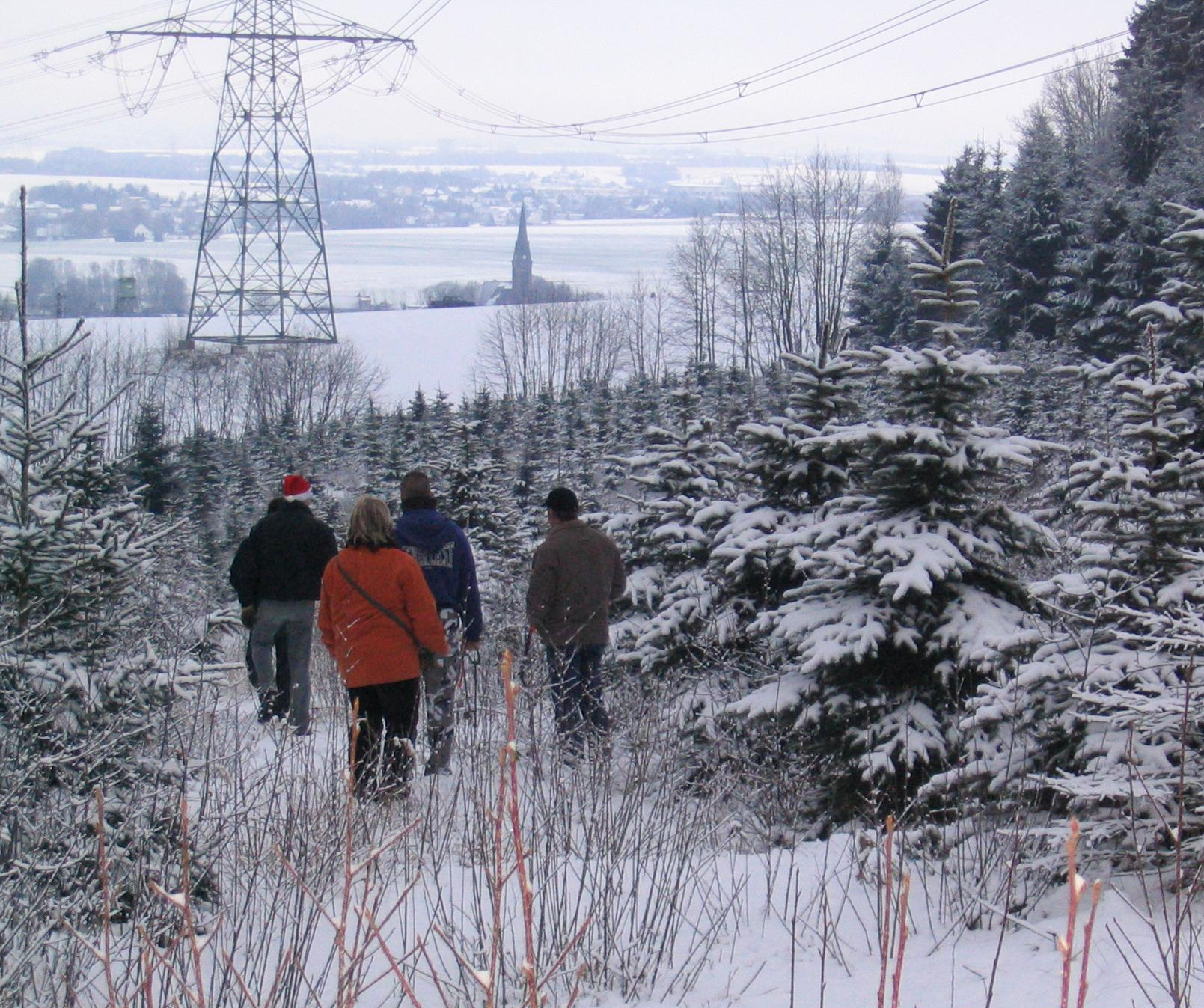
Een veld vol Weihnachtsbaumen
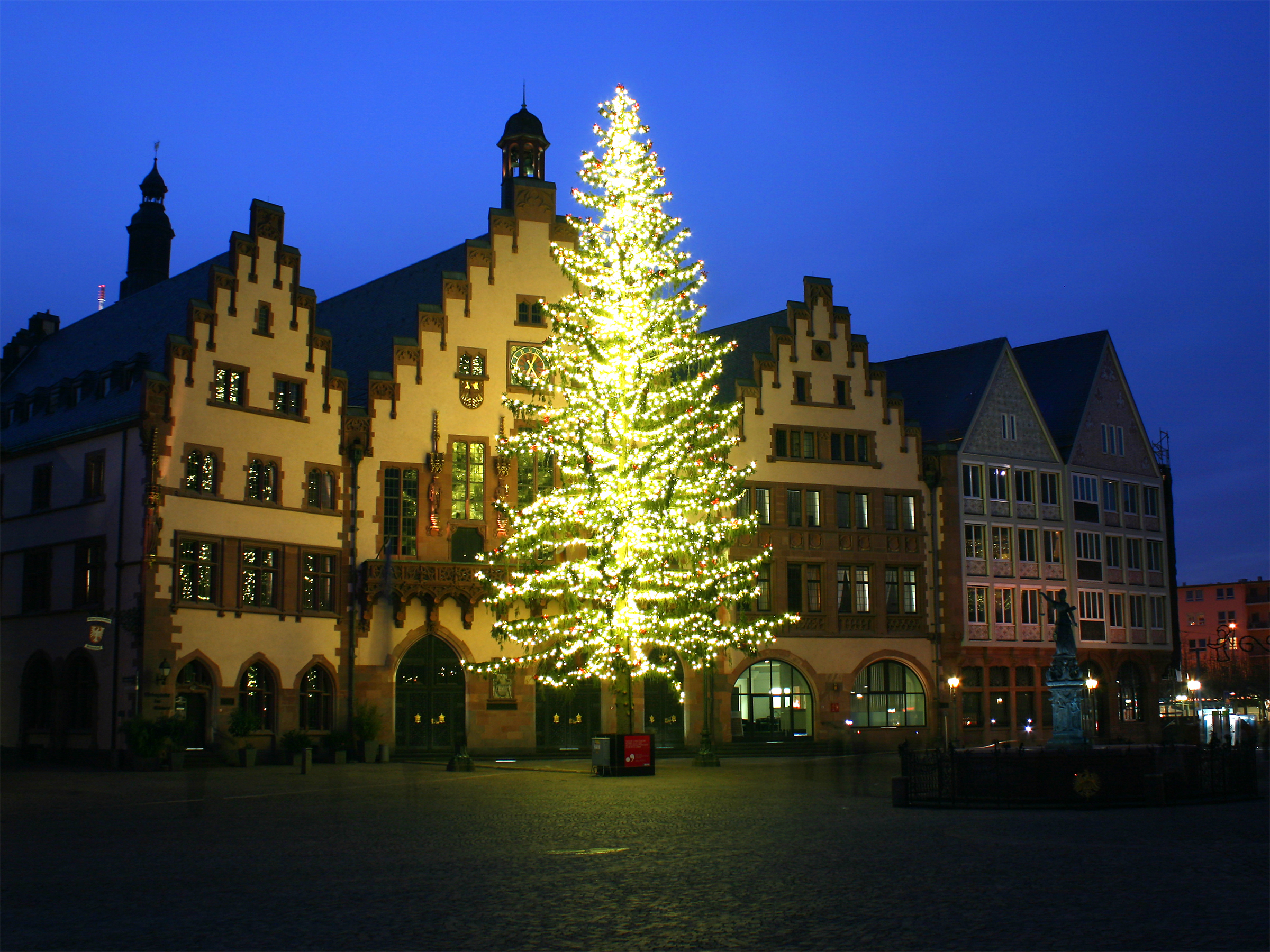
De grootste Weihnachtsbaum van Duitsland in Frankfurt am Main
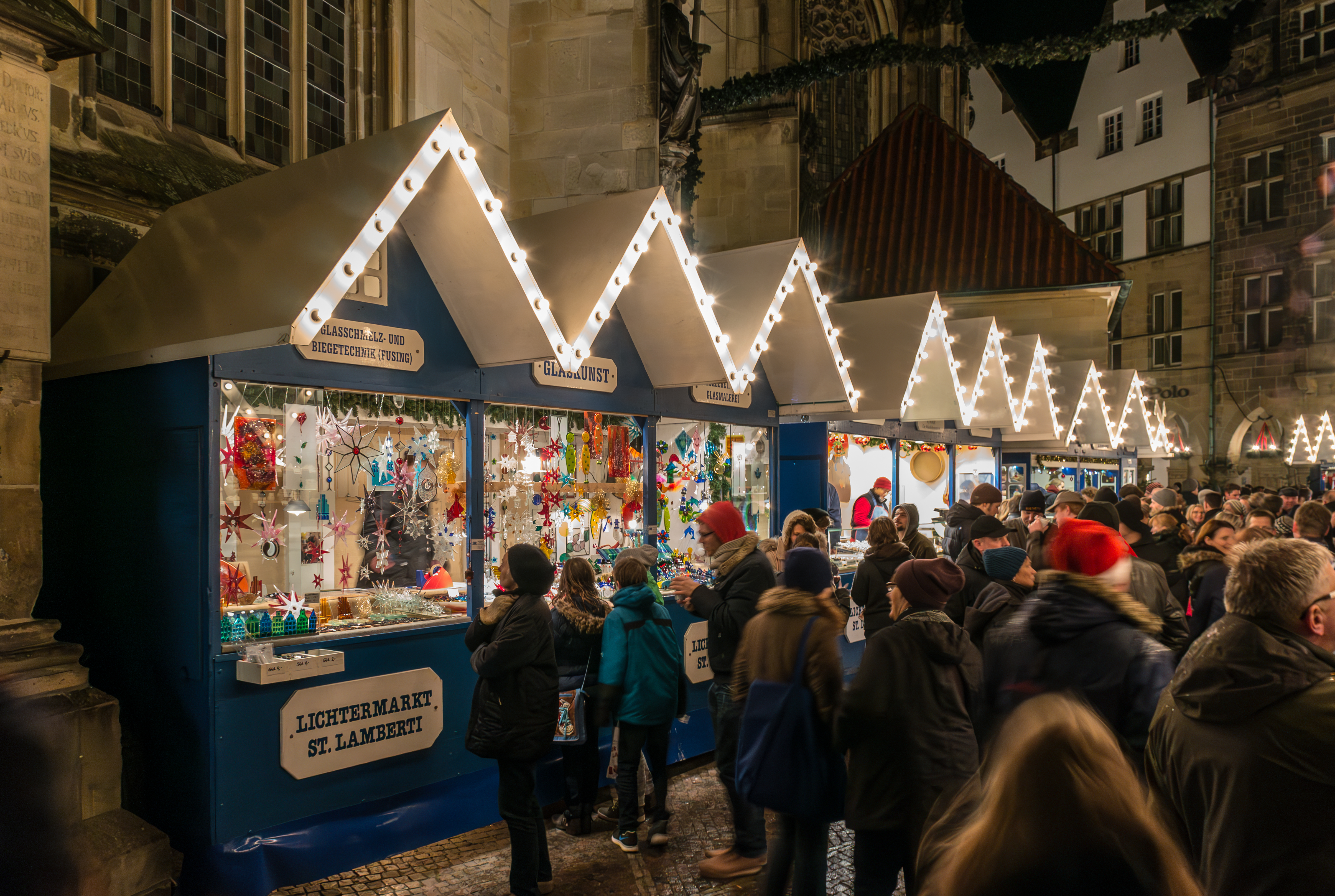
Weihnachtsmarkt bij de Sint-Lambertuskerk (Münster), 20 december 2014
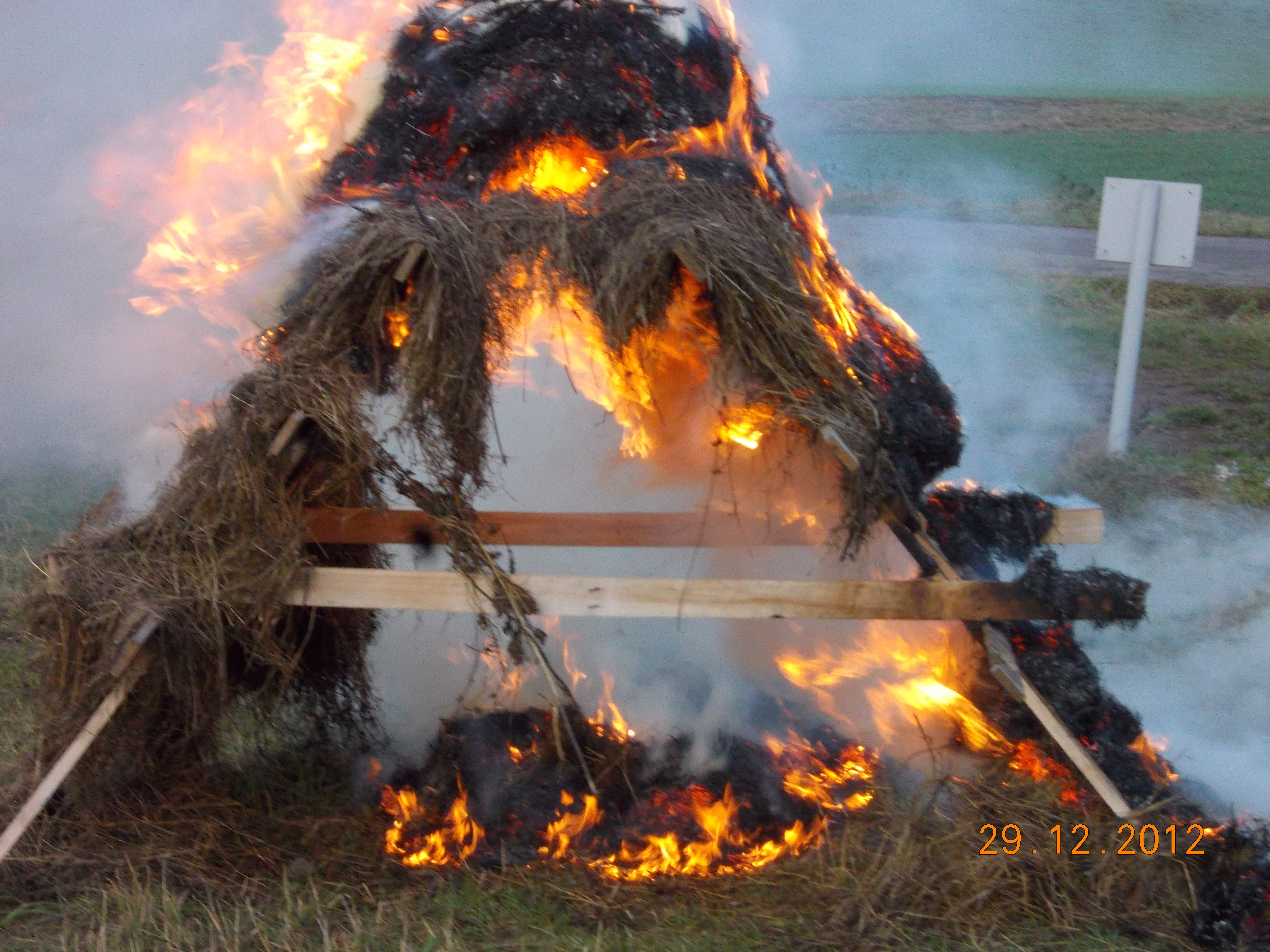
Na Kerstmis hooi verbranden voor de eindejaarsviering, Obervellmar

### Bescherung

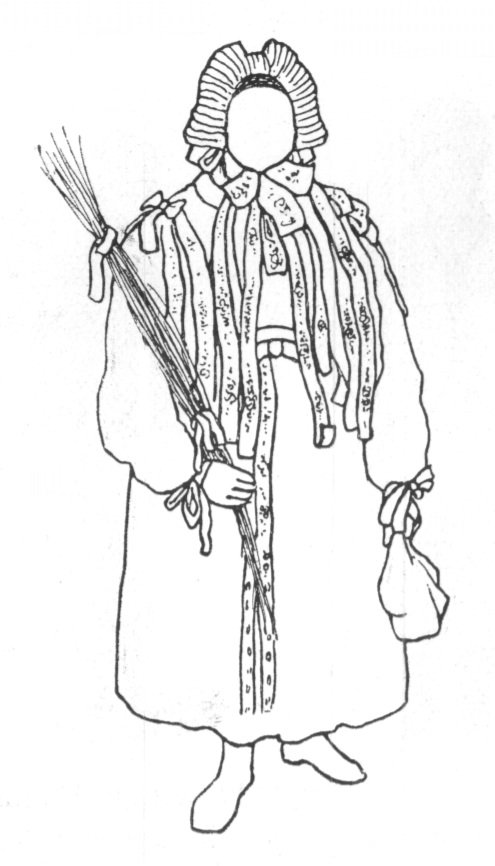
De Bescherchrist; een jong meisje in vermomming, Willibald von Schulenburg, 1880

Op kerstavond vindt Bescherung (ook wel Weihnachsbescherung of plaatselijk Einbescherung genoemd) plaats: een christelijk kerstgebruik, waarbij kerstcadeaus uitgedeeld worden. Vroeger gebeurde dit om middernacht in de nacht van 24 op 25 december, na de kerstnachtdienst. In sommige regio’s wordt dit gebruik ook  ‘Christkindchen’(= kerstgeschenk) genoemd. In Noord- en Midden-Duitsland brengt meestal de Kerstman de kerstgeschenken, terwijl in Zuid-Duitsland de geschenken worden gebracht door het Kerstkind (Duits: Christkind). De voorloper van de Weihnachtsbescherung was de geschenkverdeling (Gabenverteilung) op 6 december.

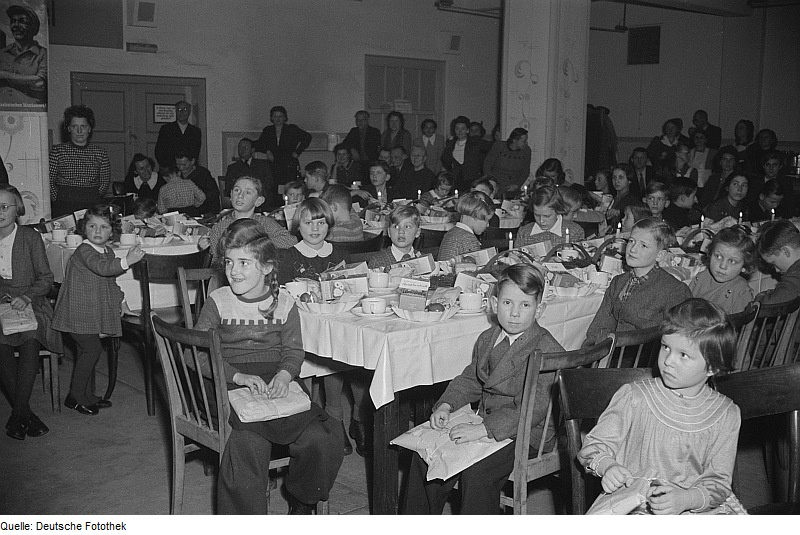
Kinderen zitten in Leipzig aan tafel tijdens de Weihnachsbescherung van 1952
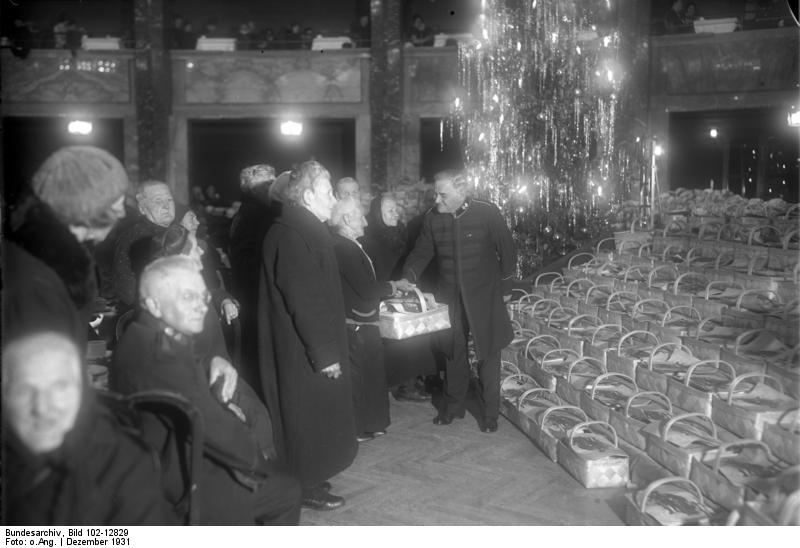
Bescherung georganiseerd door het Leger des Heils in Berlijn voor 2.000 behoeftige Berlijnse gezinnen, waarbij zij koffie met gebak en een kerstmand cadeau kregen
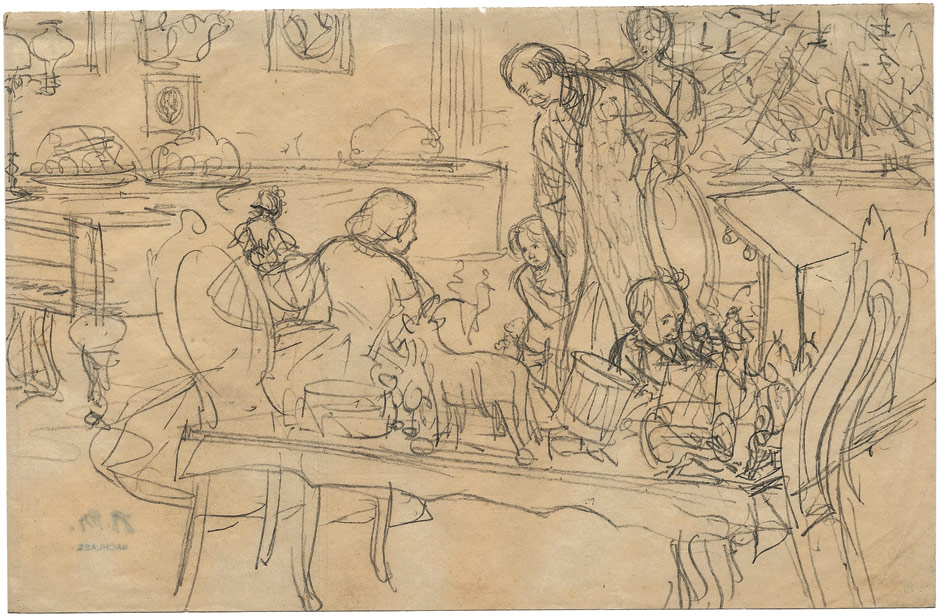
Weihnachten: Bescherung im Familienkreis, 19e eeuw
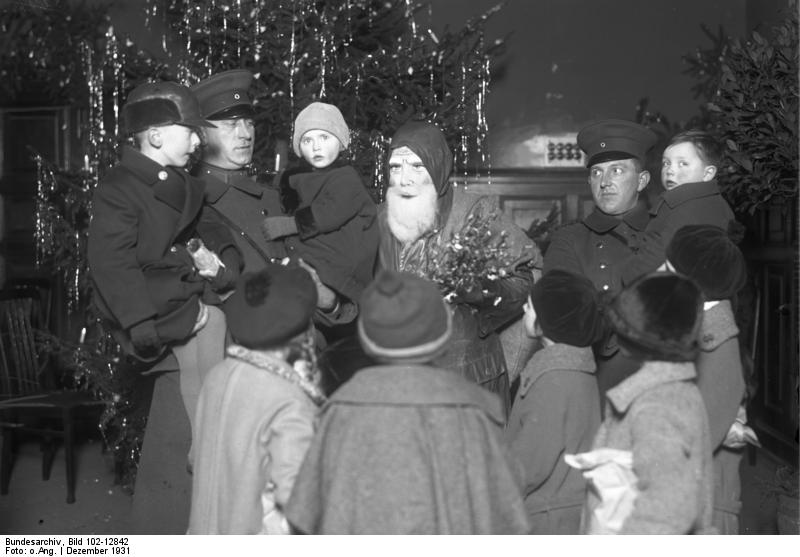
Kerstcadeautjes voor kinderen van werkloze ouders, “Oom Schutzmann” verkleed als Kerstman die cadeautjes aflevert aan de kinderen van een politiebureau.
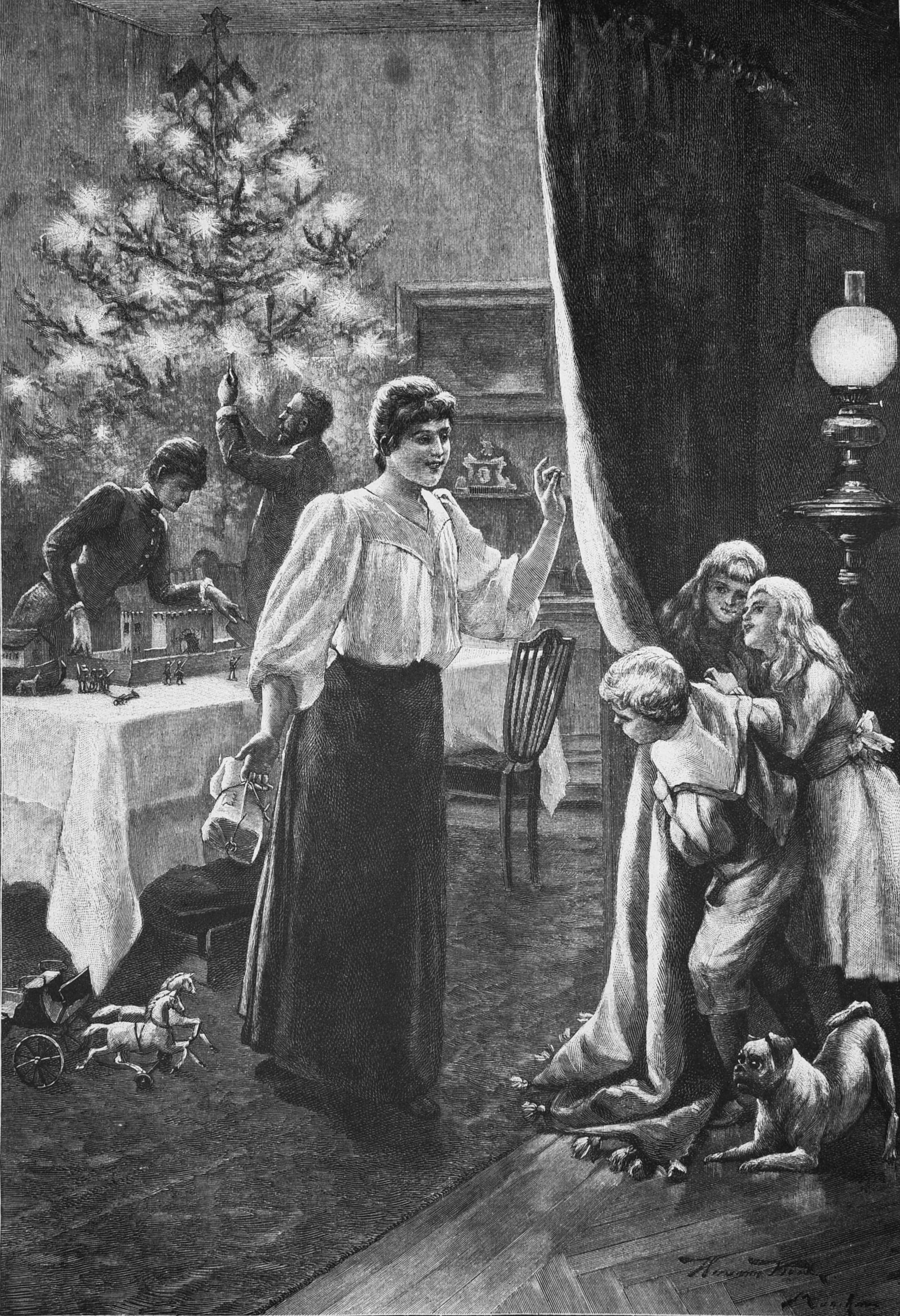
Afbeelding uit 1894
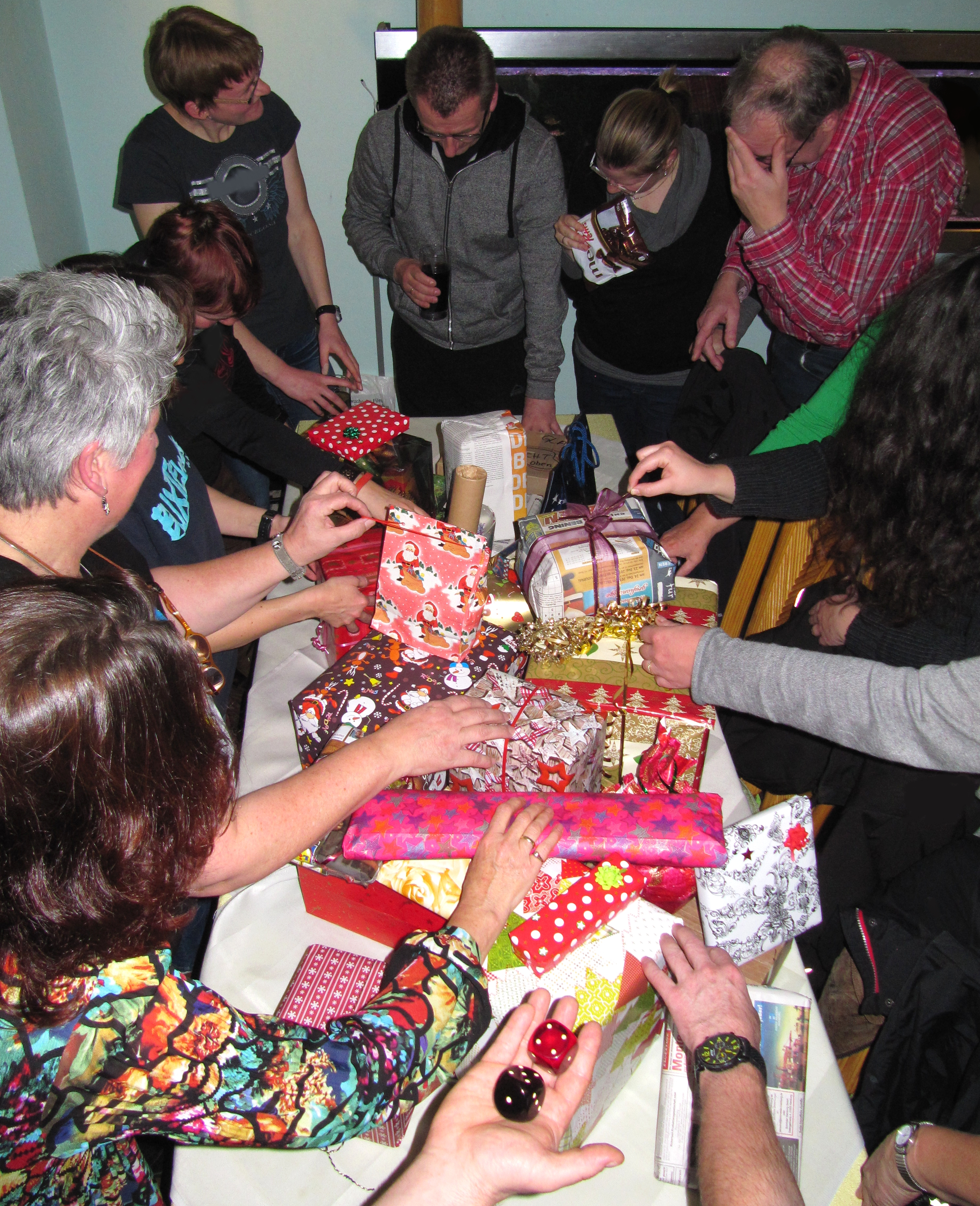
Schrottwichteln; men kiest een cadeau uit een stapel en door middel van dobbelen worden deze verdeeld (zie ook Sinterklaasdobbelen)
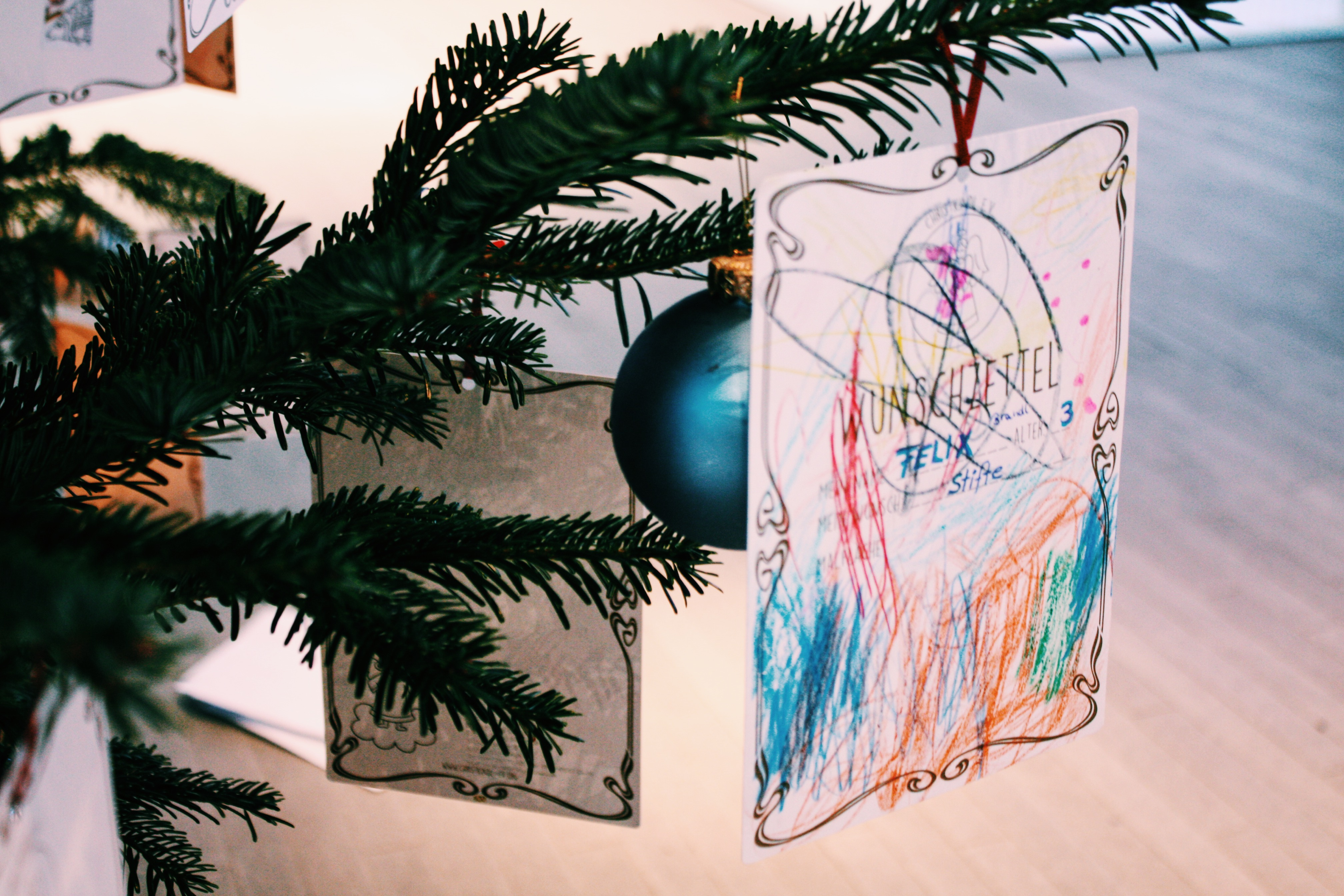
De verlanglijstjes voor Christkindl worden in de kerstboom gehangen

### Traditionele kerstversiering

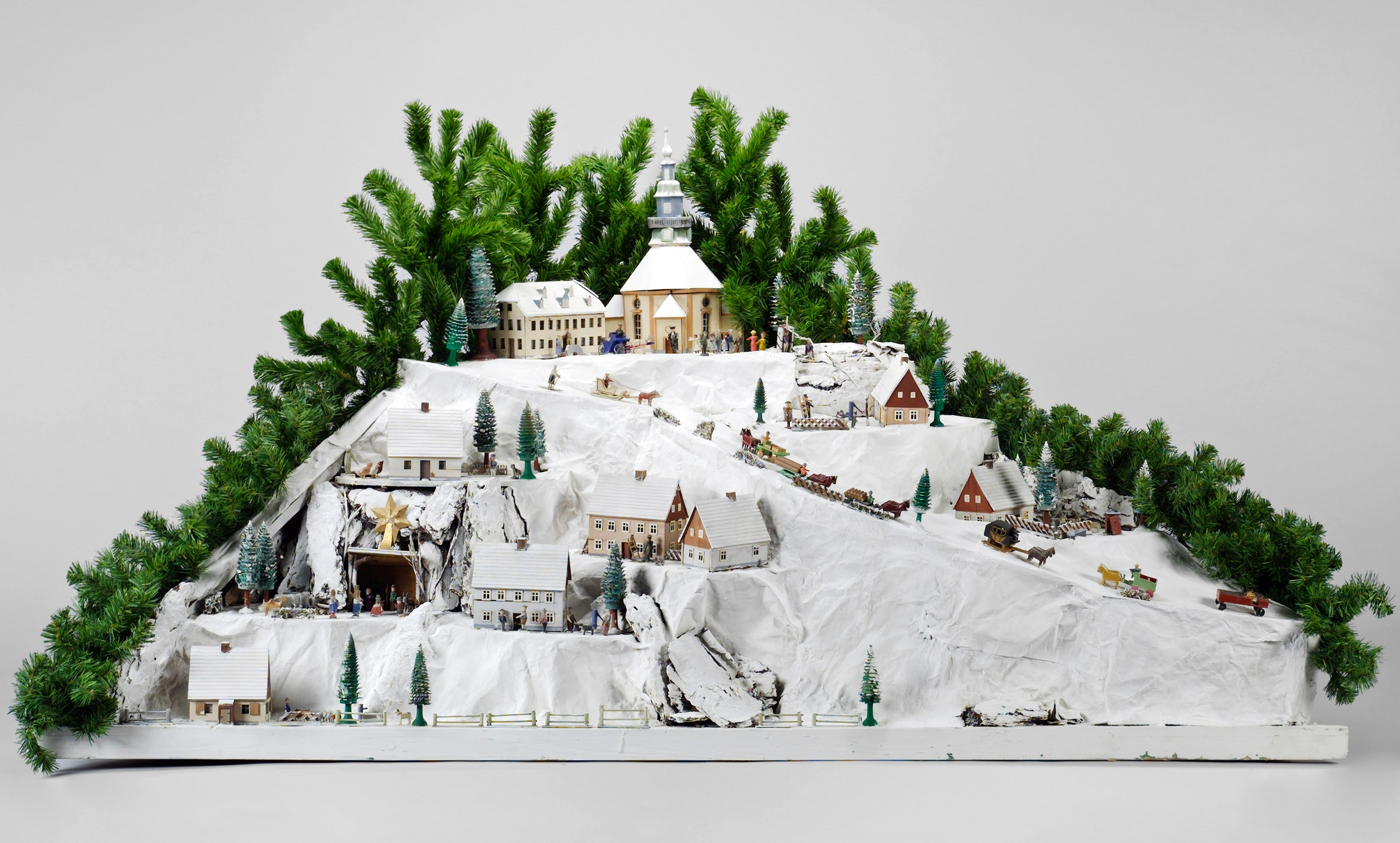
Weihnachtsberg in het Museum Europäischer Kulturen, Berlijn

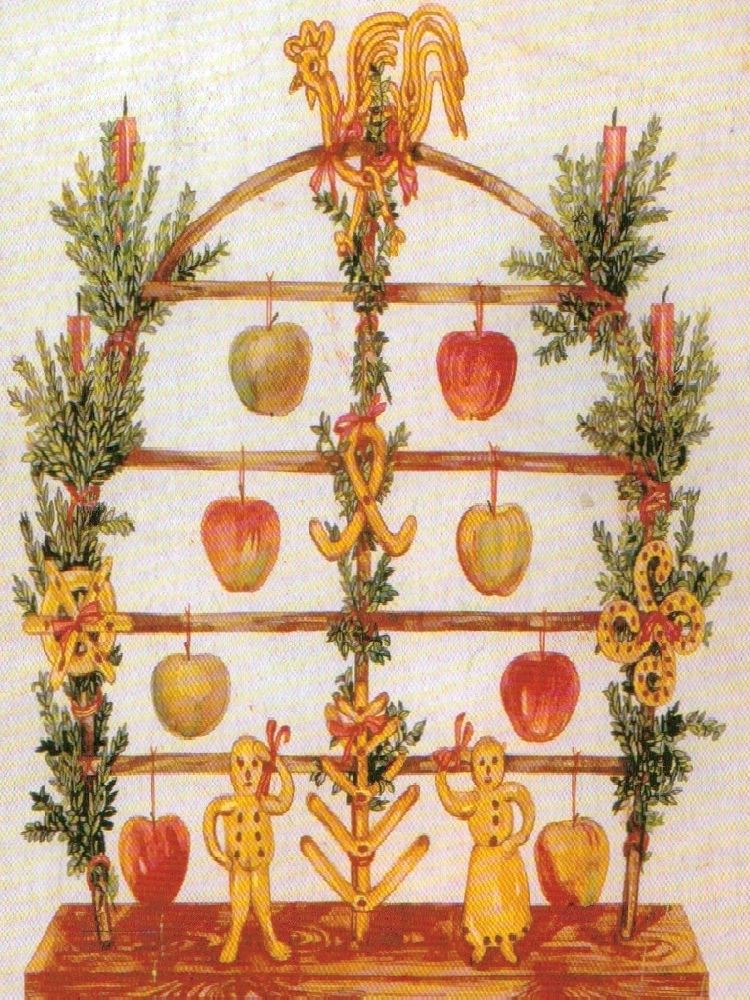
Jöölboom : kerstboog met hartige gebakjes

Kerstpiramides en Fröbelsterren zijn een traditionele kerstversiering, ook komt de Außenschwibbogen voor. Ook worden er in veel steden kerstmarkten georganiseerd en Weihnachtsbergen opgericht. Figuurlijke notenkrakers zijn een symbool van geluk in Duitsland en een volksverhaal vertelt dat een poppenspeler een notenkrakeruitdaging won door een pop te maken met een mond als hefboom om de noten te kraken. Notenkrakers in deze stijl dienen vooral ter decoratie, vooral in de kersttijd: een seizoen waarvan ze al lang een traditioneel symbool zijn.
De Jöölboom of Kenkenbuum is een variant van de kerstboom die veel voorkomt in Noord-Friesland in het noordwesten van Sleeswijk-Holstein. Hij wordt ook wel de Friese boom genoemd , vooral de Friese kerstboom, Sylter Friesenbaum of Föhrer Bogen. Een Jöölboom bestaat uit een klein houten frame met daarin een krans van groene takken. De lijst is binnen de krans versierd met figuren gemaakt van zoutdeeg. Deze figuren, bekend als Kenkentjüch, stellen elk een varken, een koe, een schaap, een paard, een haan, een vis voor, evenals een zeilschip en een molen. Aan de voet van de stam staat de figuur van Adam en Eva eronder een (appel)boom met slang. De illustraties hebben allemaal een symbolische betekenis. Naast de deegfiguren werden ook natuurlijke producten zoals appels, rozijnen en pruimen als decoratie gebruikt. Na de komst van de adventskrans werd het gebruikelijk om vier kaarsen aan het frame te bevestigen, die, net als die van een adventskrans, vóór kerstavond na elkaar werden aangestoken.

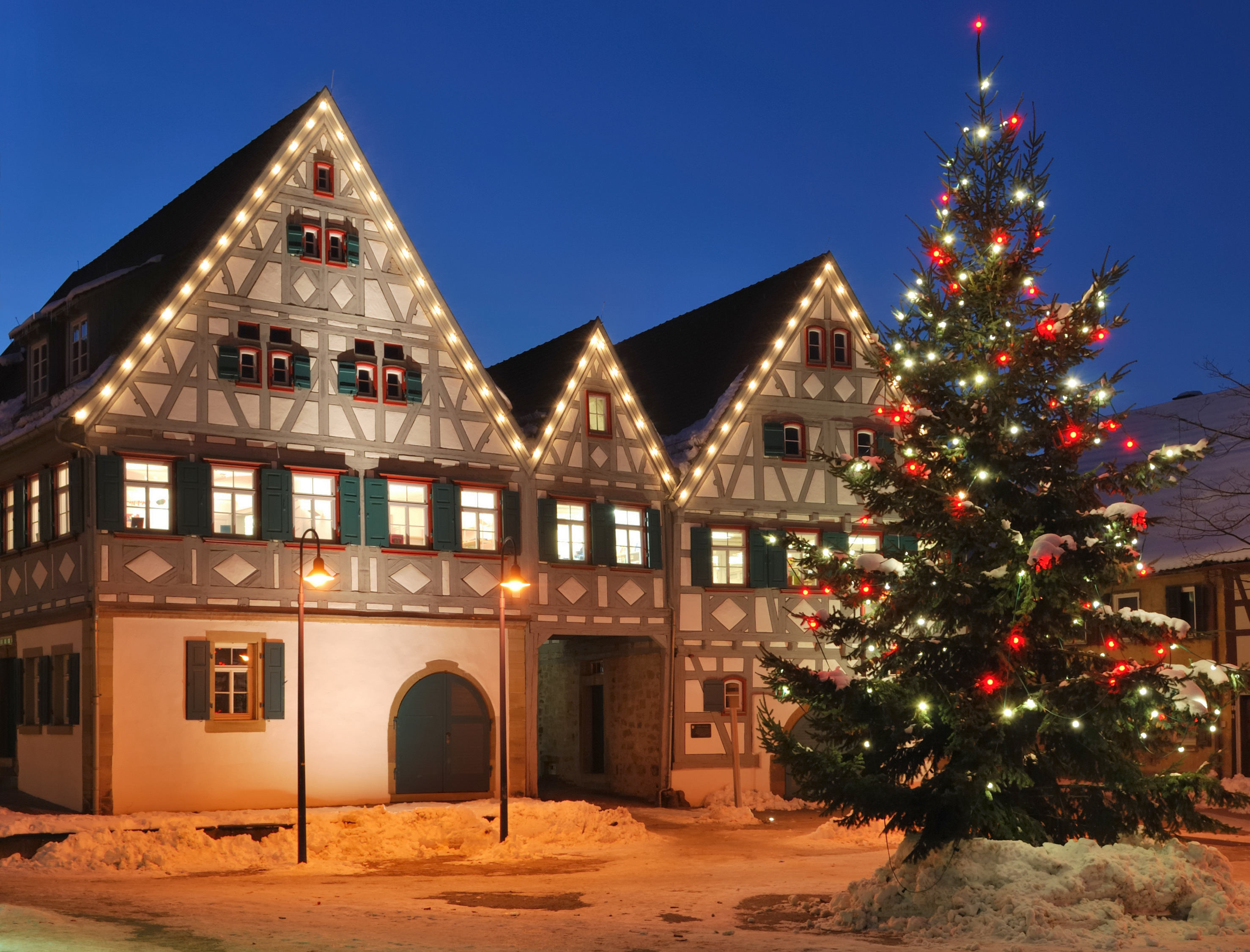
Kerstversiering bij het Dreigiebelhaus in Ditzingen, 4 januari 2011
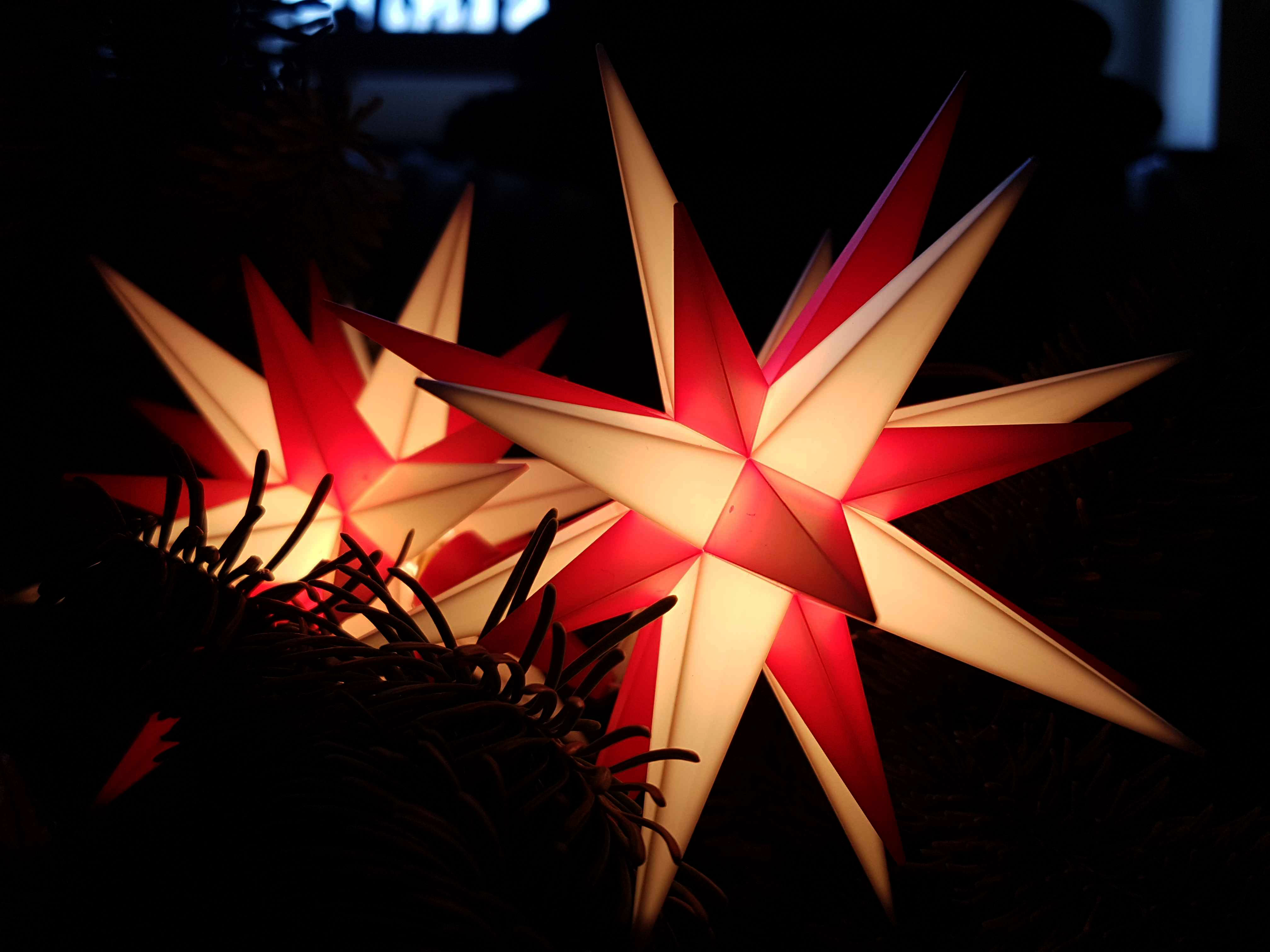
Een Herrnhuter Stern komt in Duitsland veelvuldig voor als kerstversiering met een specifiek geometrisch ontwerp dat de Ster van Bethlehem symboliseert
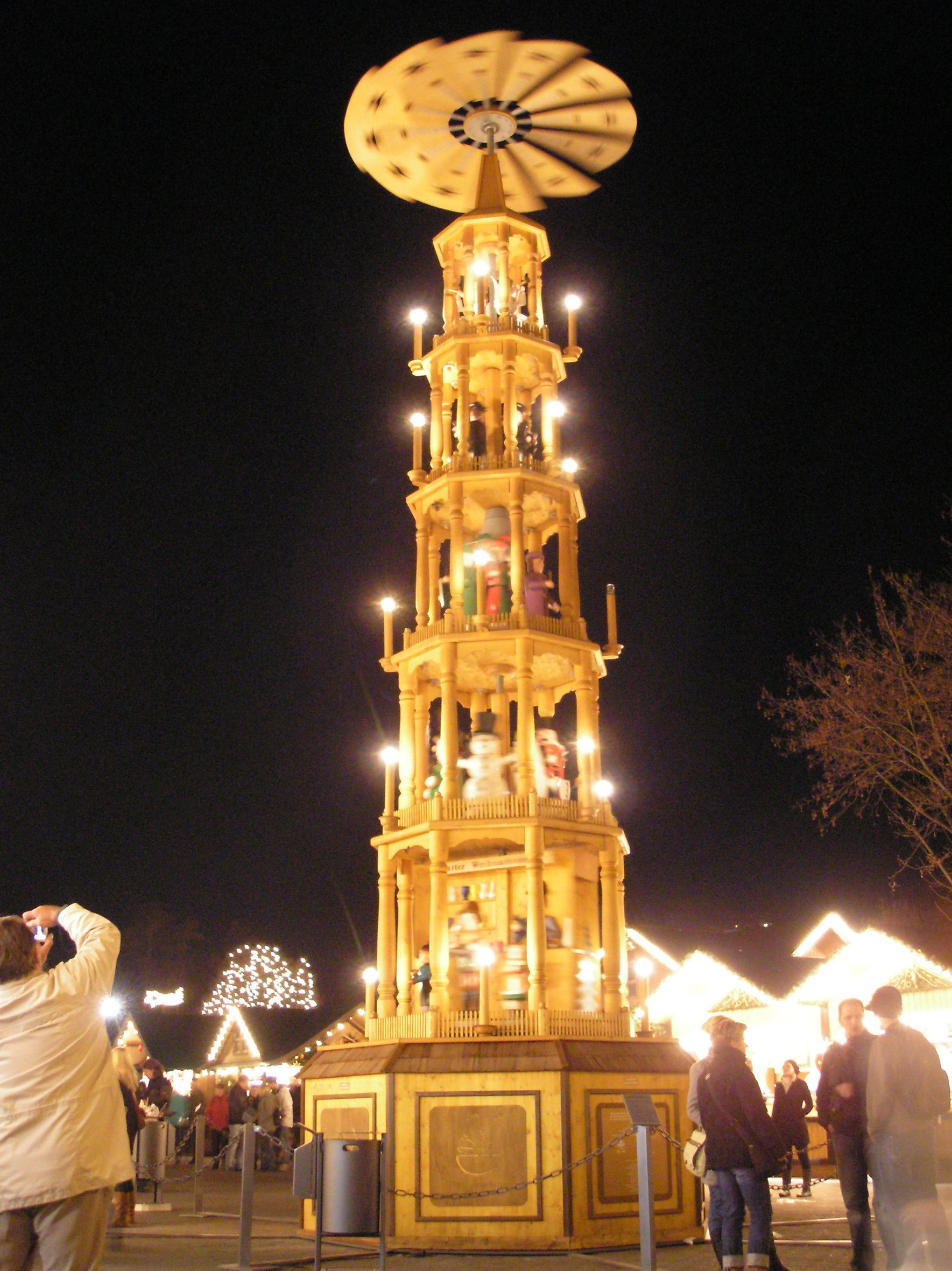
Een kerstpiramide op een kerstmarkt in Duitsland
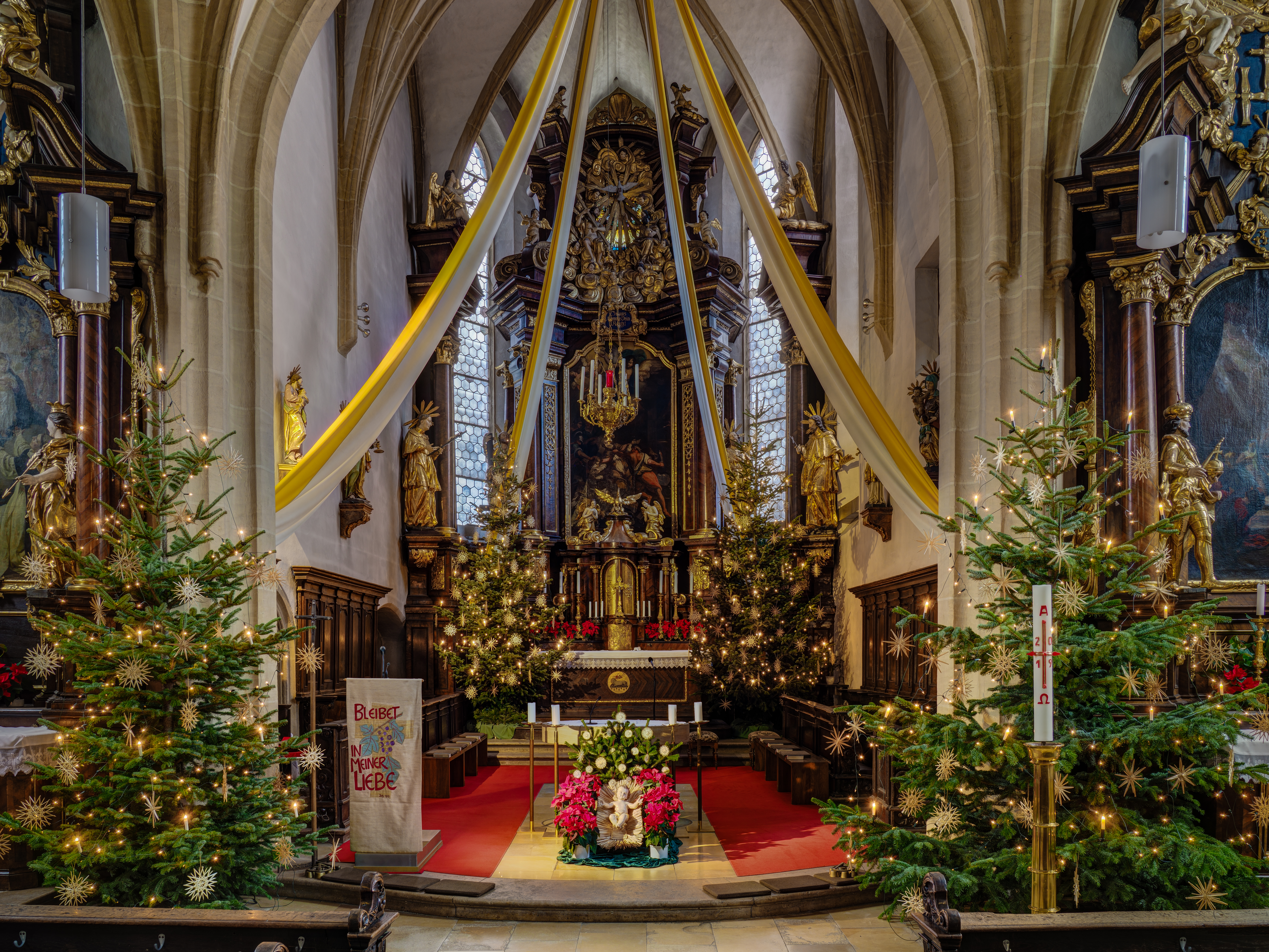
[[feestversiering|Kerstversiering in de Katholische Pfarrkirche St. Kilian in Hallstadt
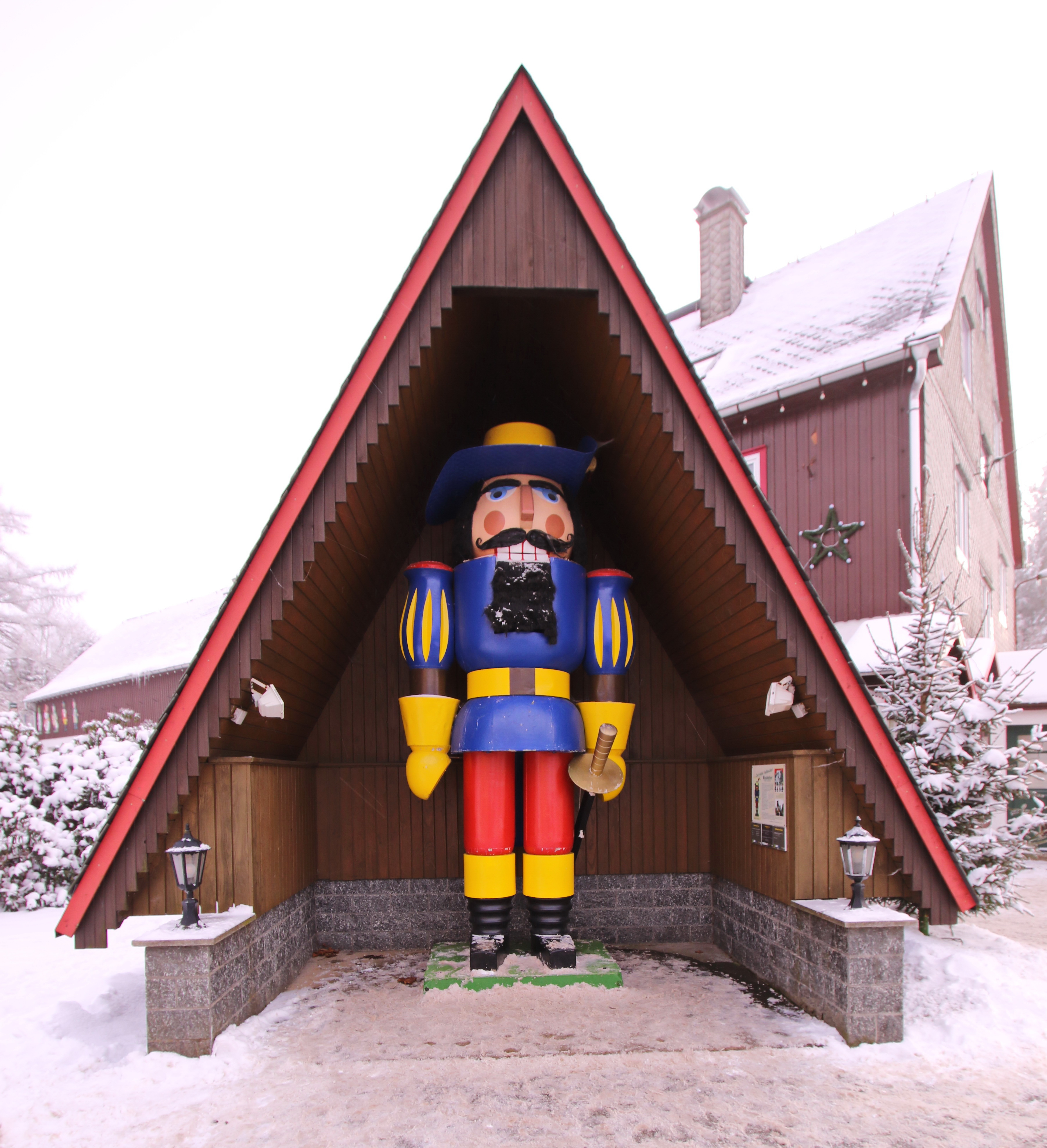
Een notenkraker in Seiffen
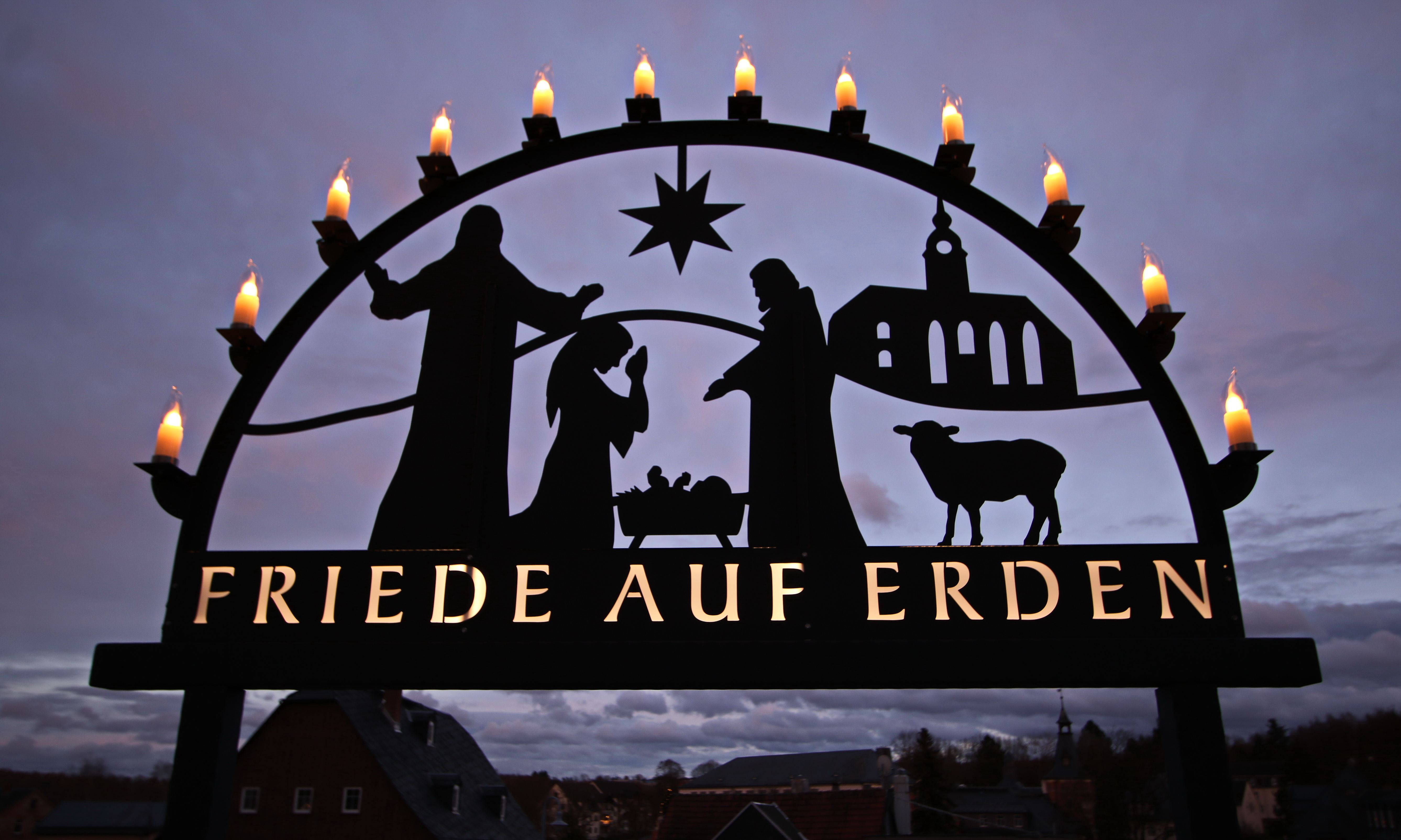
Außenschwibbogen in Oelsnitz
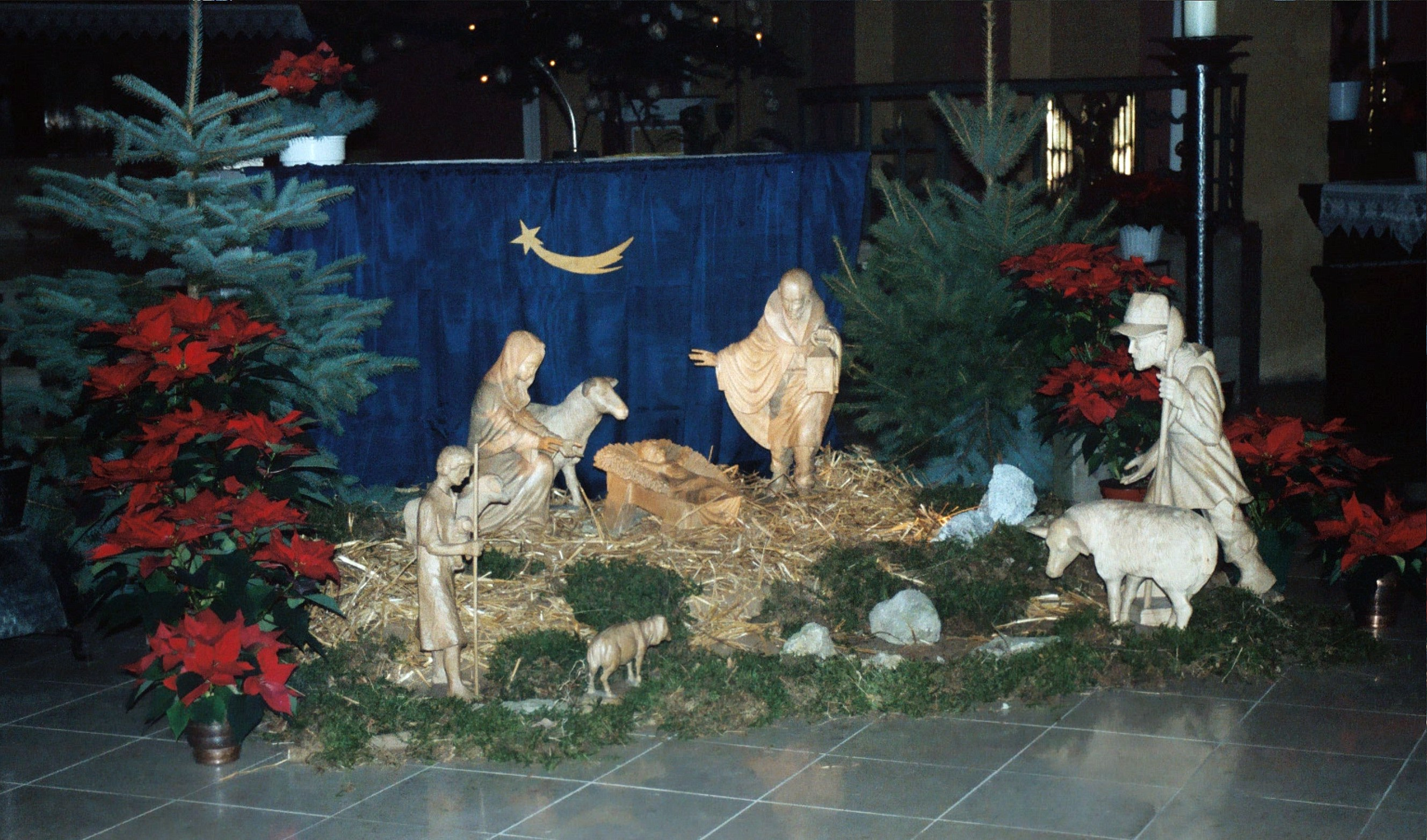
Kerststal in de St. Bonifatiuskerk in Überherrn
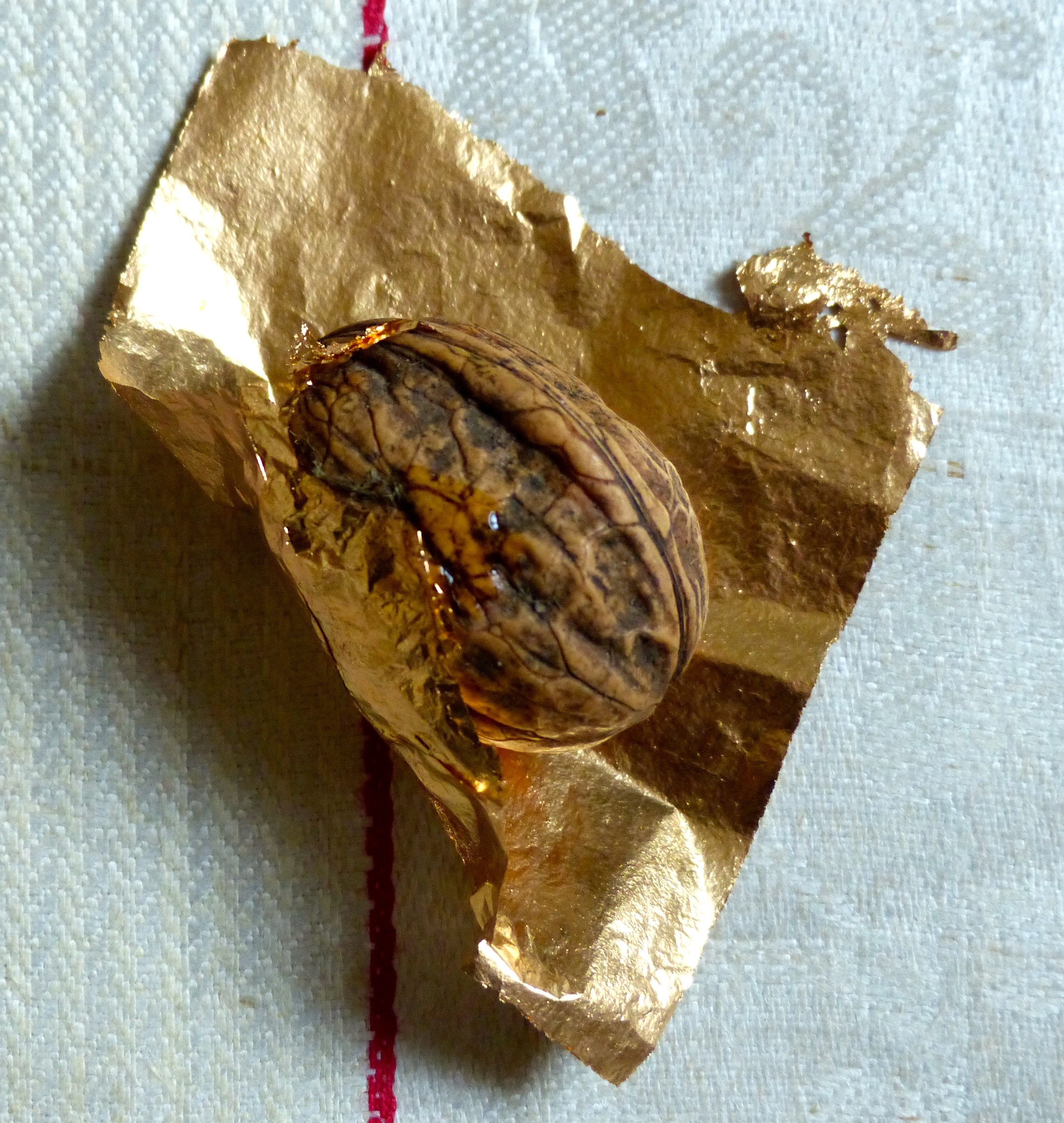
Kerstboomgoud voor het versieren van noten voor in de kerstboom, begin 20e eeuw
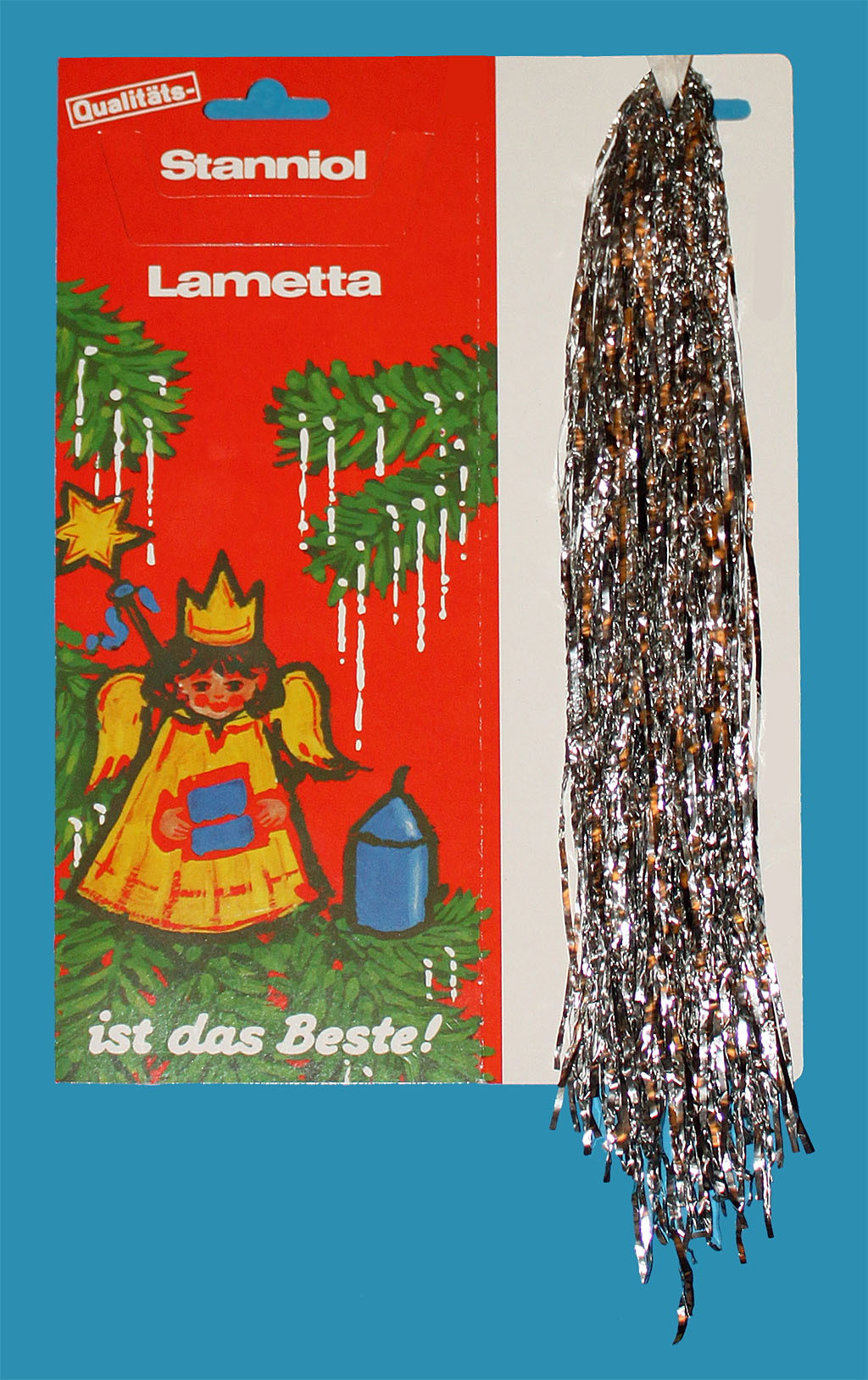
Lametta
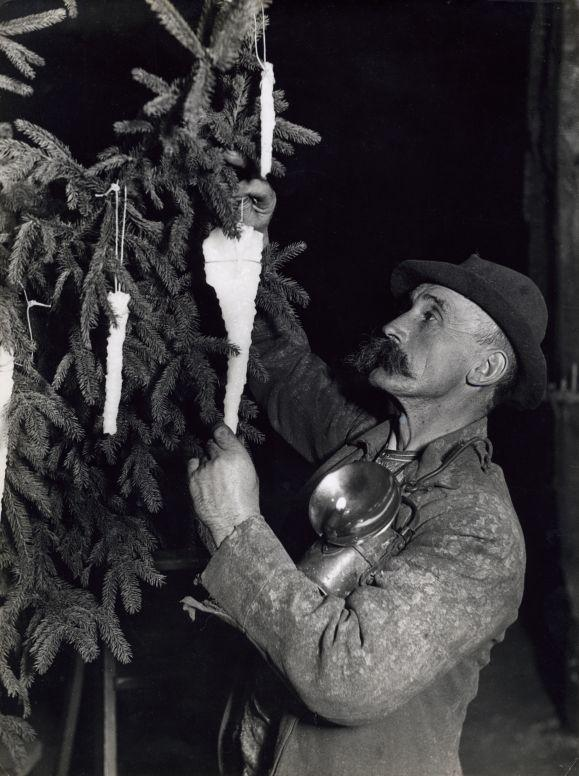
Een mijnwerker met carbidlamp versiert de kerstboom in een zoutmijn met zoutkristallen, 1933

### Rauhnächte

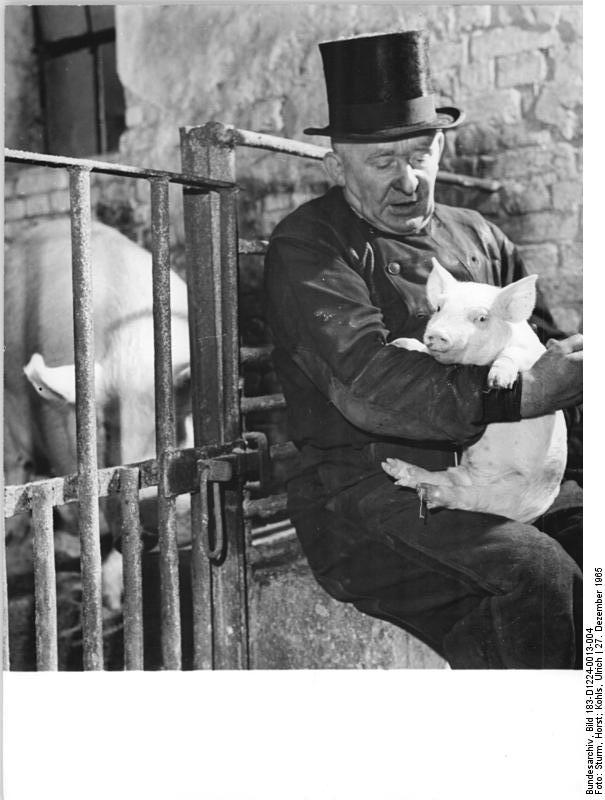
Deze geluksbrenger, de schoorsteenveger, wenst een succesvol 1966. In de volksmond wordt gezegd dat wie de "zwarte man" ontmoet of hem zelfs maar aanraakt tijdens de jaarwisseling, zijn geluk niet zal verliezen in alles wat hij doet. Deze foto geeft dubbel geluk, omdat het varken in dit land ook als een geluksmakelaar (Glücksschwein) wordt beschouwd.

De Rau(h)nächte (ook wel Rauchnächte; ruige nachten) beginnen op de dag van de zonnewende (Sint-Thomas) of 25 december, een tijd van wensen en hopen op goede tijden in het volgende jaar.
De oorsprong van deze benaming is niet duidelijk.  Sommigen vermoeden een verband met ‘harig’, omdat de demonen in die tijd rondspookten, gekleed in bont. Anderen associëren het meer met "uitroking van het huis". Volgens weer een andere verklaring is de term afkomstig van het Oudhoogduitse ‘rauen’, wat ‘ruw’ of ‘wild’ betekent.
Volgens het bijgeloof trokken de stormachtige krachten van de midwinter zich terug in de nacht van 6 januari, en ging “de Wilde Jacht” aan het einde van de ruige nachten rusten. Hiernaar verwijst het gezegde: “Thomas draait de klok rond”. Op Thomasdag worden het huis en de tuin schoongemaakt en wordt al het vuil weggeveegd met een berkenbezem. Op dezelfde manier wordt er op grote schaal rook gebruikt in huis en tuin om mensen en dieren, hun bezittingen te beschermen en om demonen te verdrijven met de geur van geneeskrachtige kruiden zoals bijvoet, jeneverbes, veenreukgras of dennen-hars. Op kerstmarkten zijn diverse soorten Rauchermännchen te koop, waar wierook in wordt gebrand. Mensen steken lichtjes aan en sommige mensen hangen de Wintermain op, de originele kerstboom. Vrouwen en kinderen mogen in het donker niet alleen op straat zijn. 
Orakels en andere vormen van waarzeggerij tijdens de Raunächte zijn nog steeds populair. In de 19e eeuw werd Raunächte beschouwd als een kans voor ongehuwde vrouwen om hun toekomstige bruidegom om middernacht te zien op een kruisweg of op een andere magische plek. Er wordt aangenomen dat de gebeurtenissen en dromen in de ruige nachten verwijzen naar gebeurtenissen in het nieuwe jaar. Elke Raunacht vertegenwoordigt een van de maanden van het komende jaar. Het volksgeloof wil dat dieren in de stal tijdens sommige "ruige nachten" om middernacht even mensentaal spreken en dan over de toekomst praten. In Bohemen kon een meisje de boomgaard ingaan en aan een pruimenboom schudden voor een liefdesorakel met de spreuk: 'Zwetschgenbaum, ik schud je door elkaar, waar een hond zal blaffen, daar kondigt zich mijn liefde aan'.
Vroeger werd het gerommel van Rummelpottlaufen gebruikt om wintergeesten te verdrijven tijdens de "ruige nachten" rond de jaarwisseling.

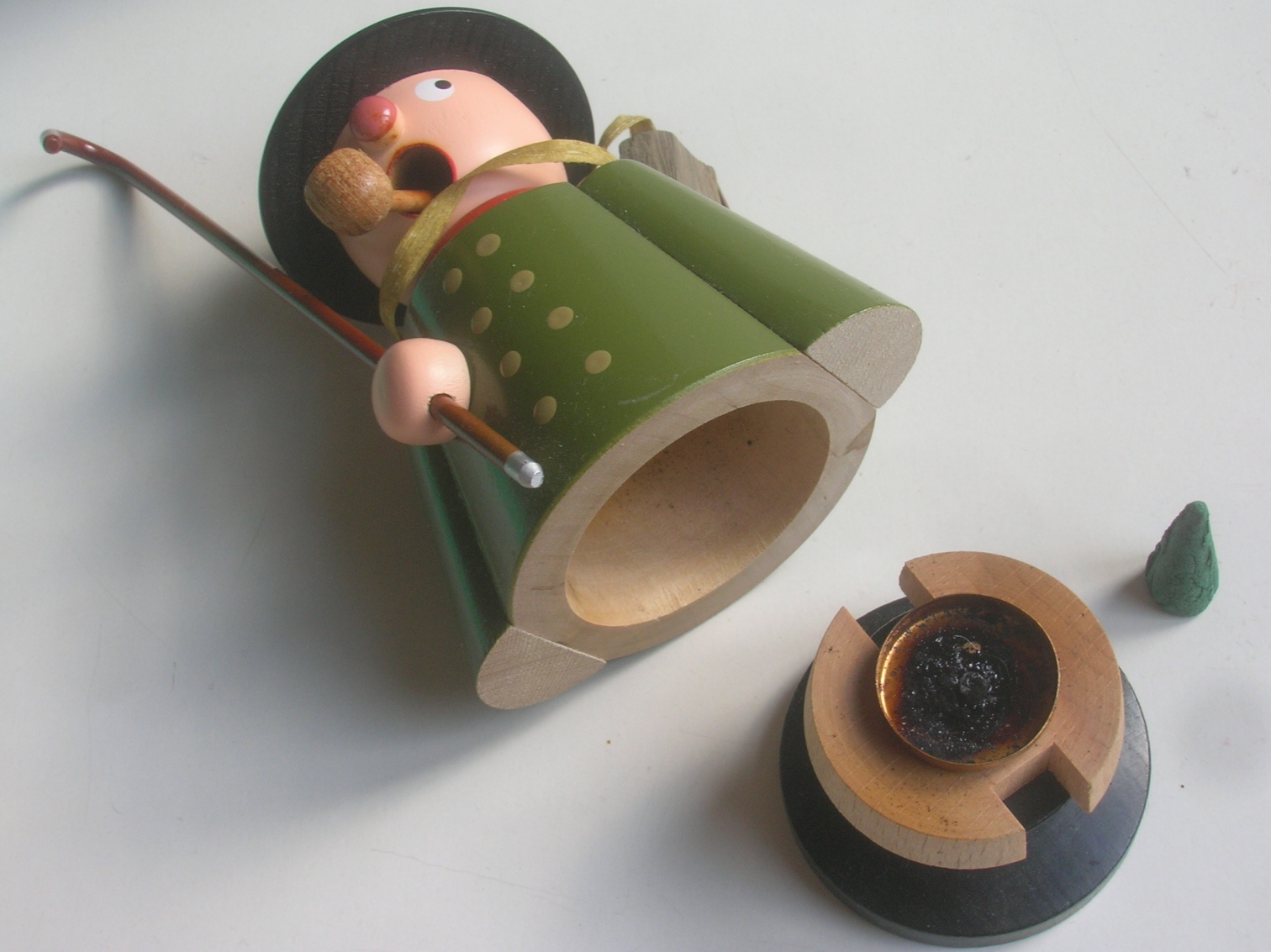
Een geopend Rauchermännchen, waarbij de voet wordt gebruikt om wierook op te plaatsen
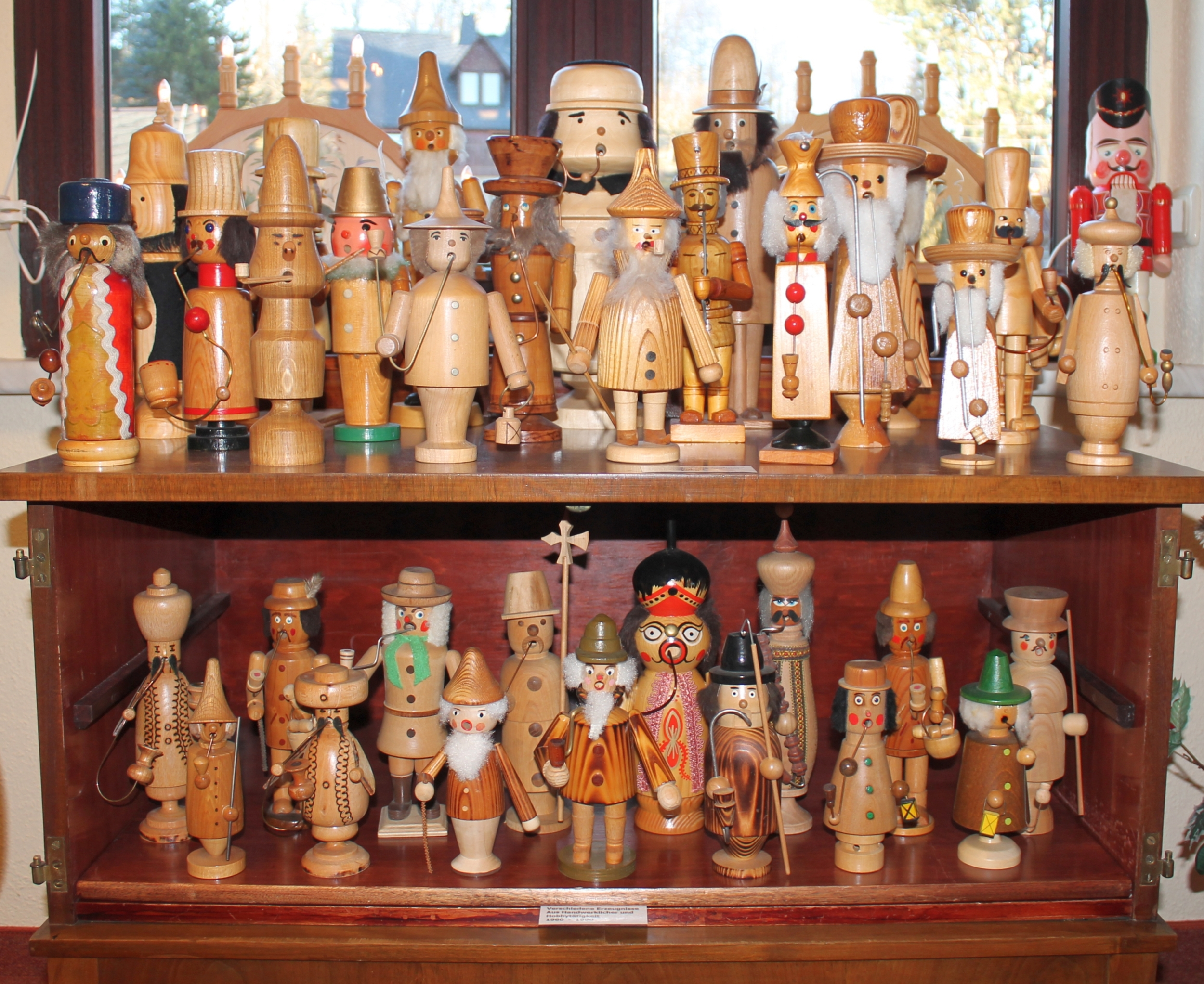
Diverse Rauchermännchen in het Räuchermännchenmuseum, waar meer dan 2000 Rauhermännchen worden tentoongesteld
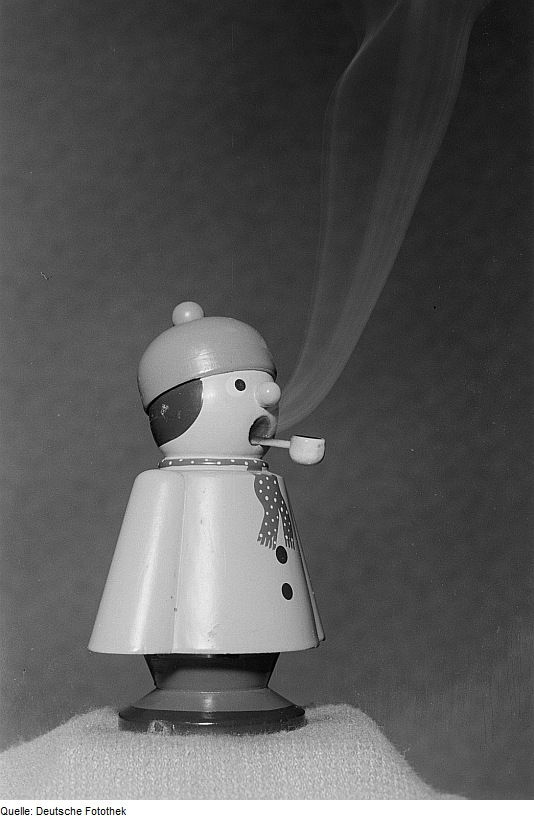
Er komt rook uit de mond van dit Rauchermännchen
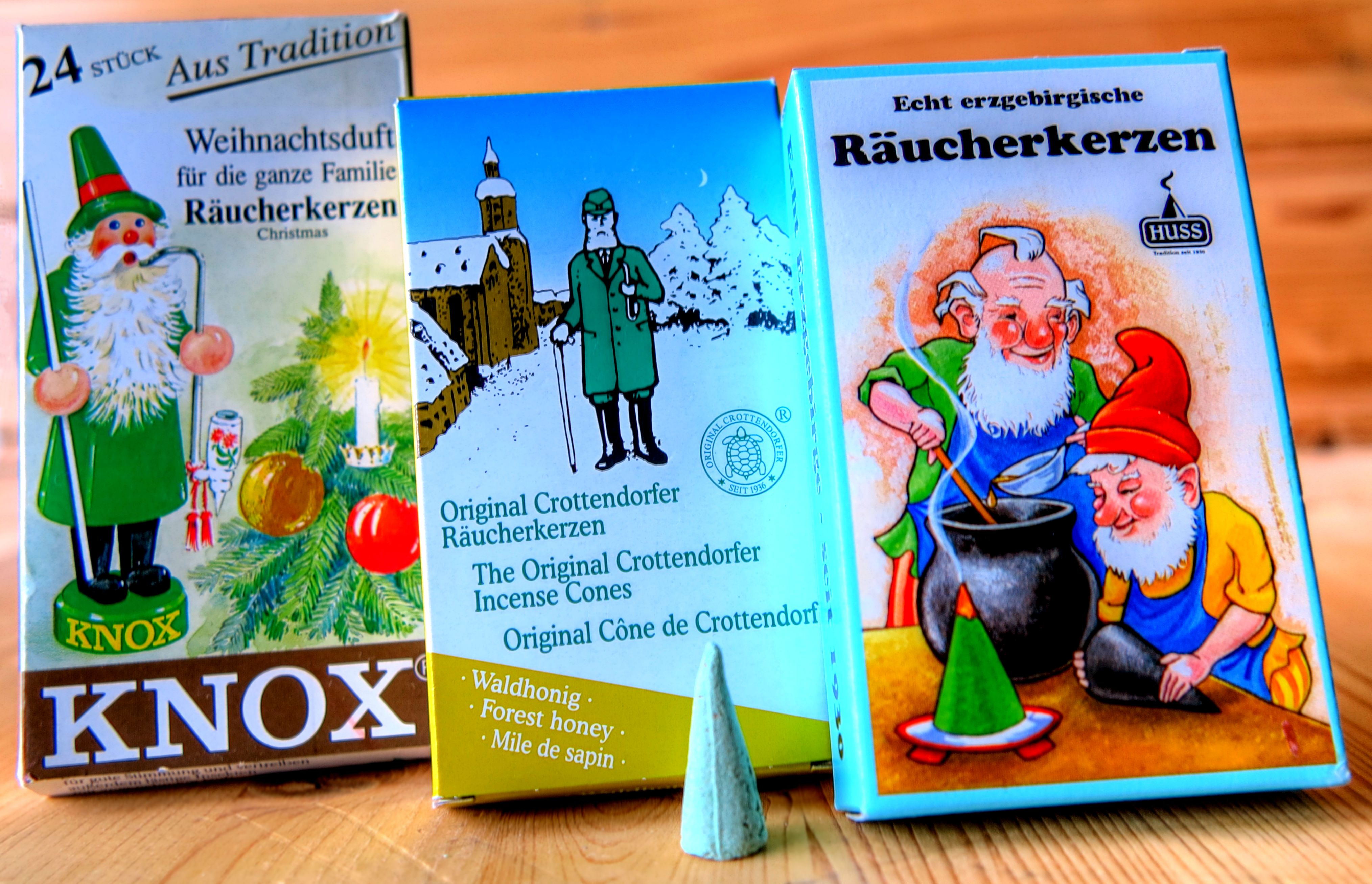
Verpakkingen met Räucherkerzen (wierook kegels)
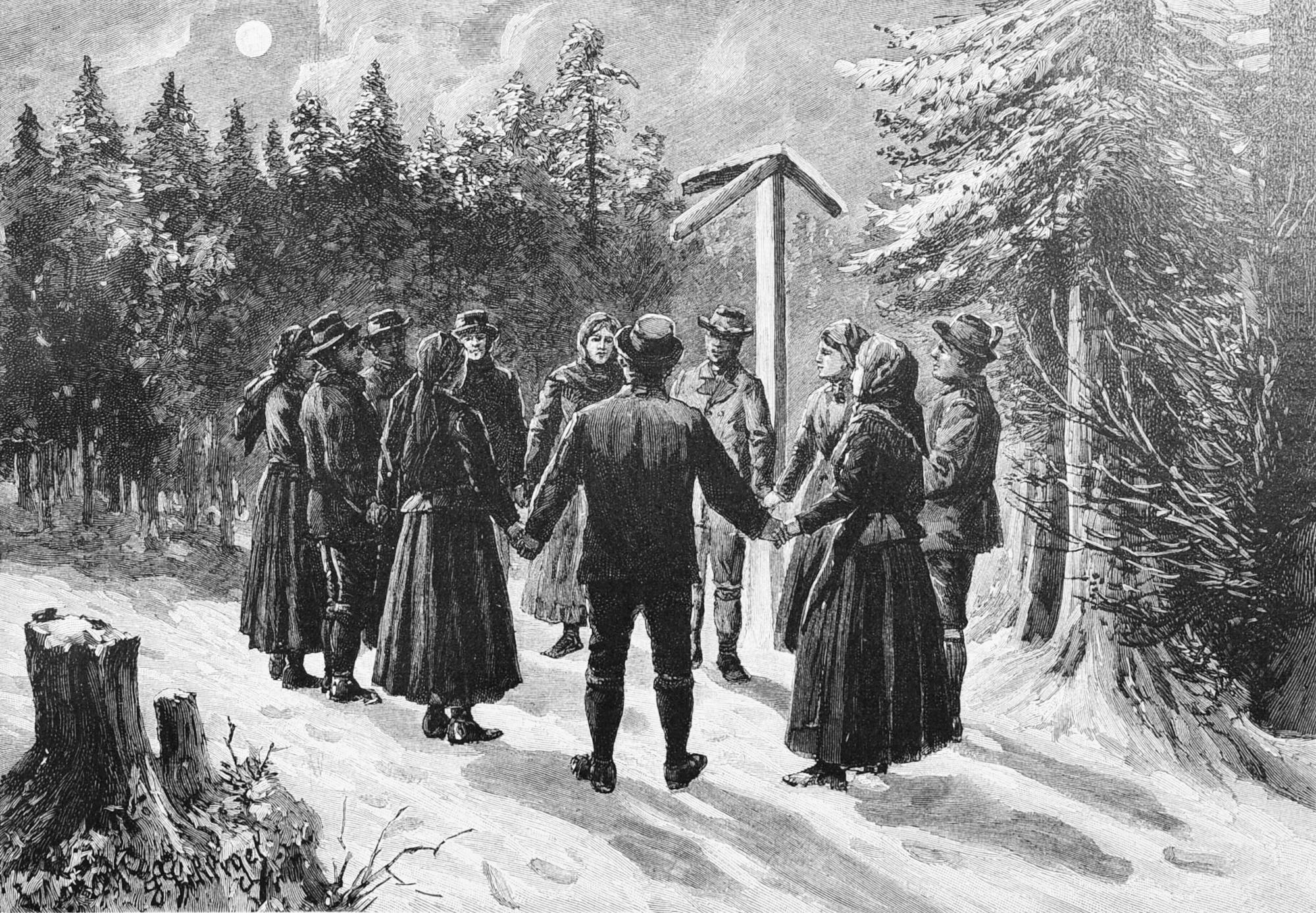
Kreisstehen in der Christnacht (op de kruisweg op kerstavond); waarzeggerij door het interpreteren van de maan en wolken

### Kerst- of winterparades

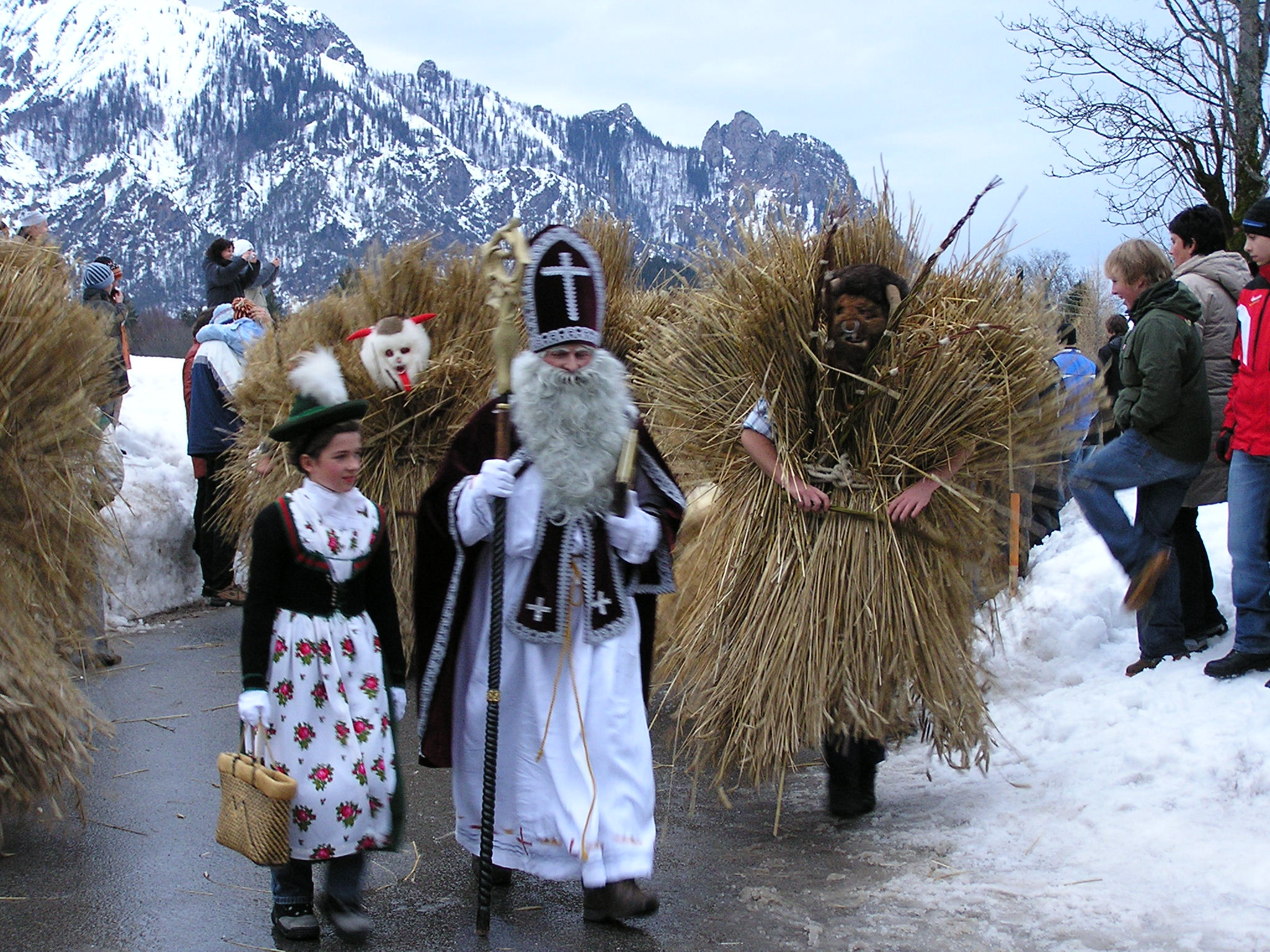
Nikolaus, het Nikoloweibl en Buttnmandl

De Buttnmandllauf of Buttnmandllaufen (Beiers: buttn = ratelen, schudden) is een traditie die in de adventtijd wordt beoefend in de zuidelijke regio van het district Berchtesgadener Land.
De Kirchseeoner Perchtenlauf is een winterparadetraditie waarbij een groep verschillend gemaskerde figuren door de gemeenschap van Kirchseeon beweegt en dansen, liederen en gezegden uitvoert. De Kirchseeoner Perchten vertegenwoordigen geluksbrengers die het nieuwe jaar en het nieuwe groeiseizoen inluiden. De parade wordt tussen begin december en 6 januari, dat wil zeggen rond de kortste dag en de langste nacht (rond de ruige nachten), uitgevoerd. De Perchtenlauf in Kirchseeon is sinds 2022 geregistreerd in de Beierse staatsgids voor immaterieel cultureel erfgoed. Op 13 maart 2024 besloot de Duitse UNESCO-commissie om de Kirchseeoner Perchtenlauf op te nemen in het Duitse register van immaterieel cultureel erfgoed. Deze Perchtenlaufen herinneren eraan dat mensen altijd afhankelijk zijn geweest (en zijn) van de grillen van de natuur. Met de dansen en spreuken die ze voor de huizen uitvoeren, willen ze de goede aardgeesten wakker maken en de slechte wegjagen (waardoor het vertrouwen van de mensen wordt versterkt). Ten opzichte van het voormalige landbouwareaal zijn hun acties onderdeel van de jaarcyclus, gecombineerd met het verzoek om een goede oogst. 
Ook trekken de Sternsinger langs de huizen tijdens de kerstperiode. 

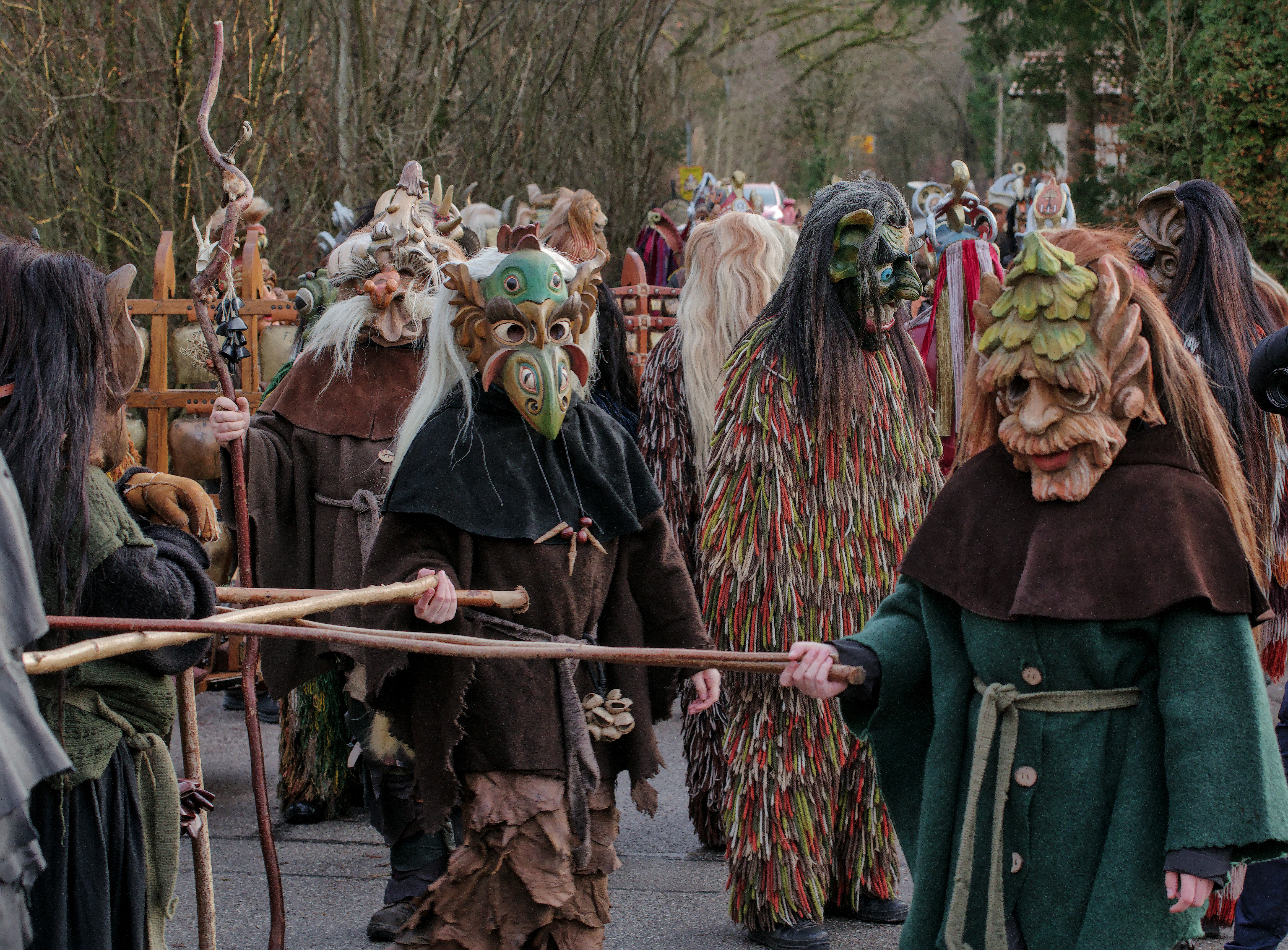
Dans van de Holzmandl op de Kirchseeoner Perchtenlauf
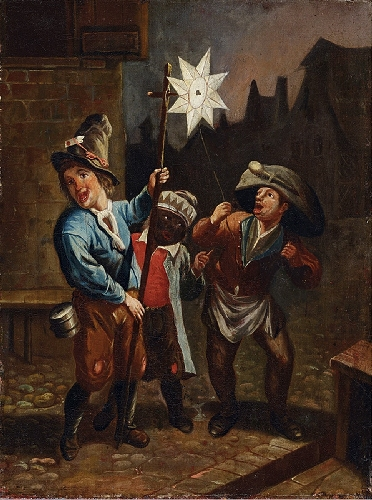
Sternsinger, 17e eeuw
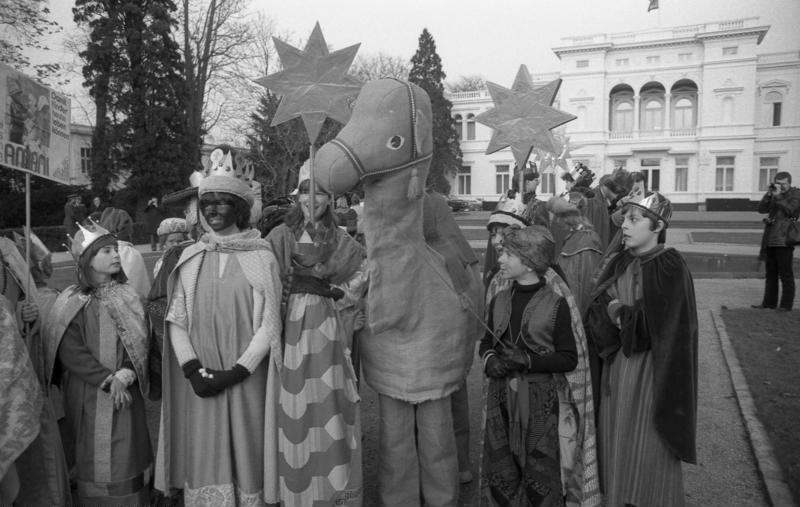
De Bondspresident ontvangt Sternsiger, 1982
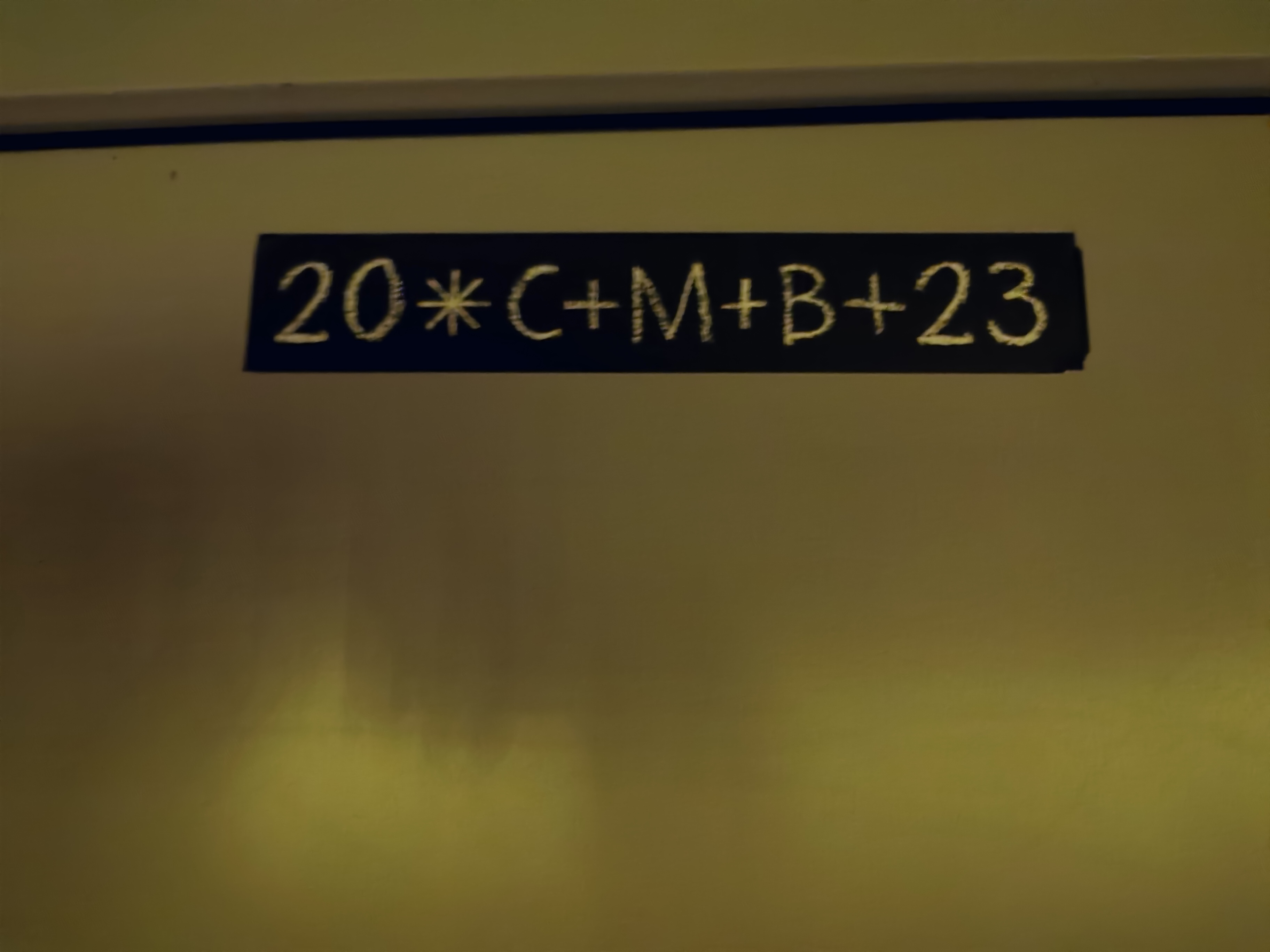
Na het bezoek van de Sternsiger wordt een spreuk als bescherming boven de deur aangebracht

### Gerechten

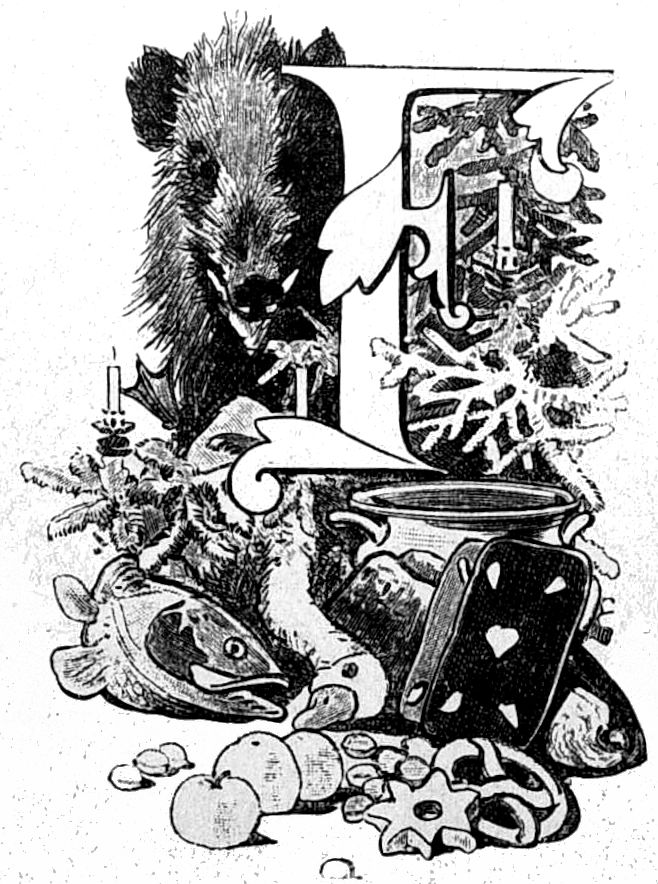
Diverse Duitse kerstgerechten, 1897

Typische kerstgerechten zijn de kerststol en de Dominostein. In Duitsland is het tegenwoordig gebruikelijk om aardappelsalade met worstjes of gehaktballetjes of een soortgelijke eenvoudige maaltijd (zoals Eintopf) te eten op kerstavond. Andere typische maaltijden kunnen fondue of raclette zijn. Uitgebreidere gerechten zoals gans, eend, karper of Schäufele met aardappelsalade en veldsla worden op Eerste Kerstdag gegeten.
In Beieren en Tirol werd traditioneel de “Mettensau”, het varken dat op kerstavond en tijdens Kerstmis na de mis werd gegeten, op Sint-Thomasdag op de boerderijen geslacht. Ook het geluksvarken van marsepein, dat op nieuwjaarsdag wordt weggegeven, hoorde bij dit gebruik.
In de katholieke kerk vertegenwoordigde de adventstijd oorspronkelijk een strikte vastenperiode, met een vleesverbod na de Sint-Maartensgans van 11 november tot en met 24 december. Zelfs op kerstavond was alleen vis toegestaan.

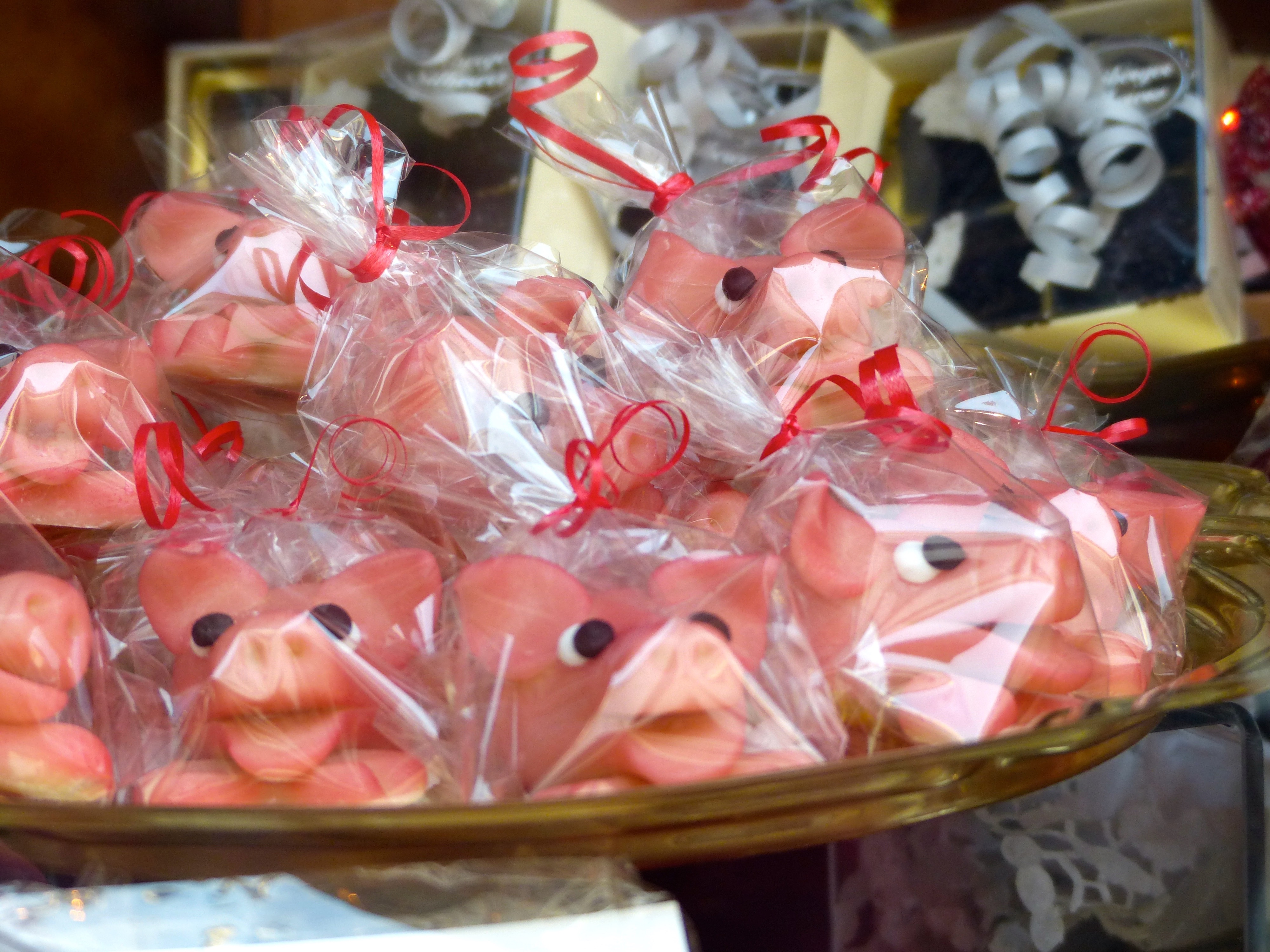
Glückschweine van marsepein
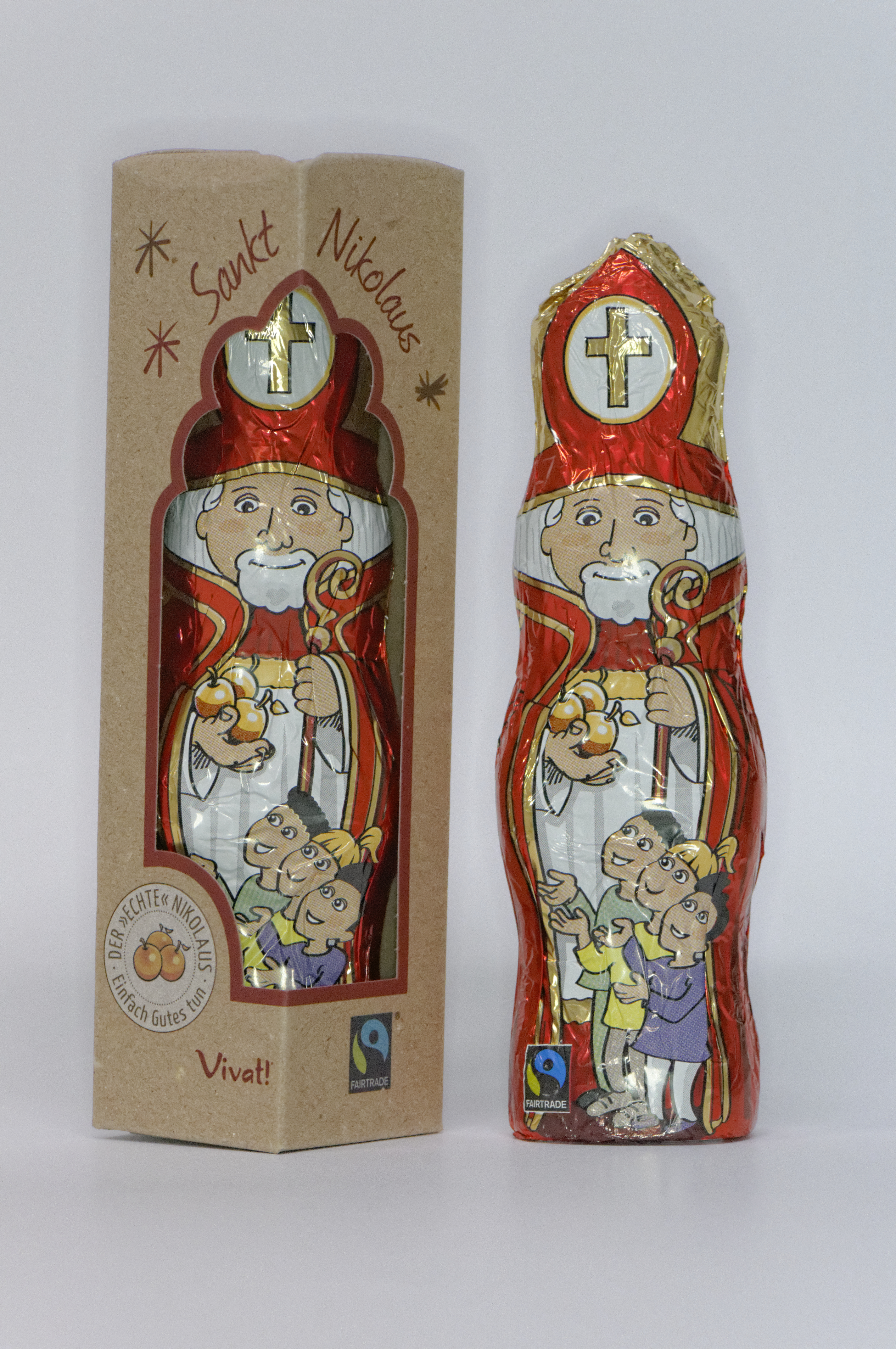
Chocolade Sankt Nikolaus die appels aan de kinderen geeft
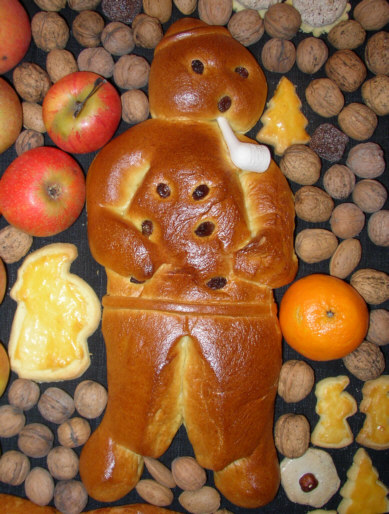
Baselmann, ook wel Stevensman genoemd (van Sint Stefanus)
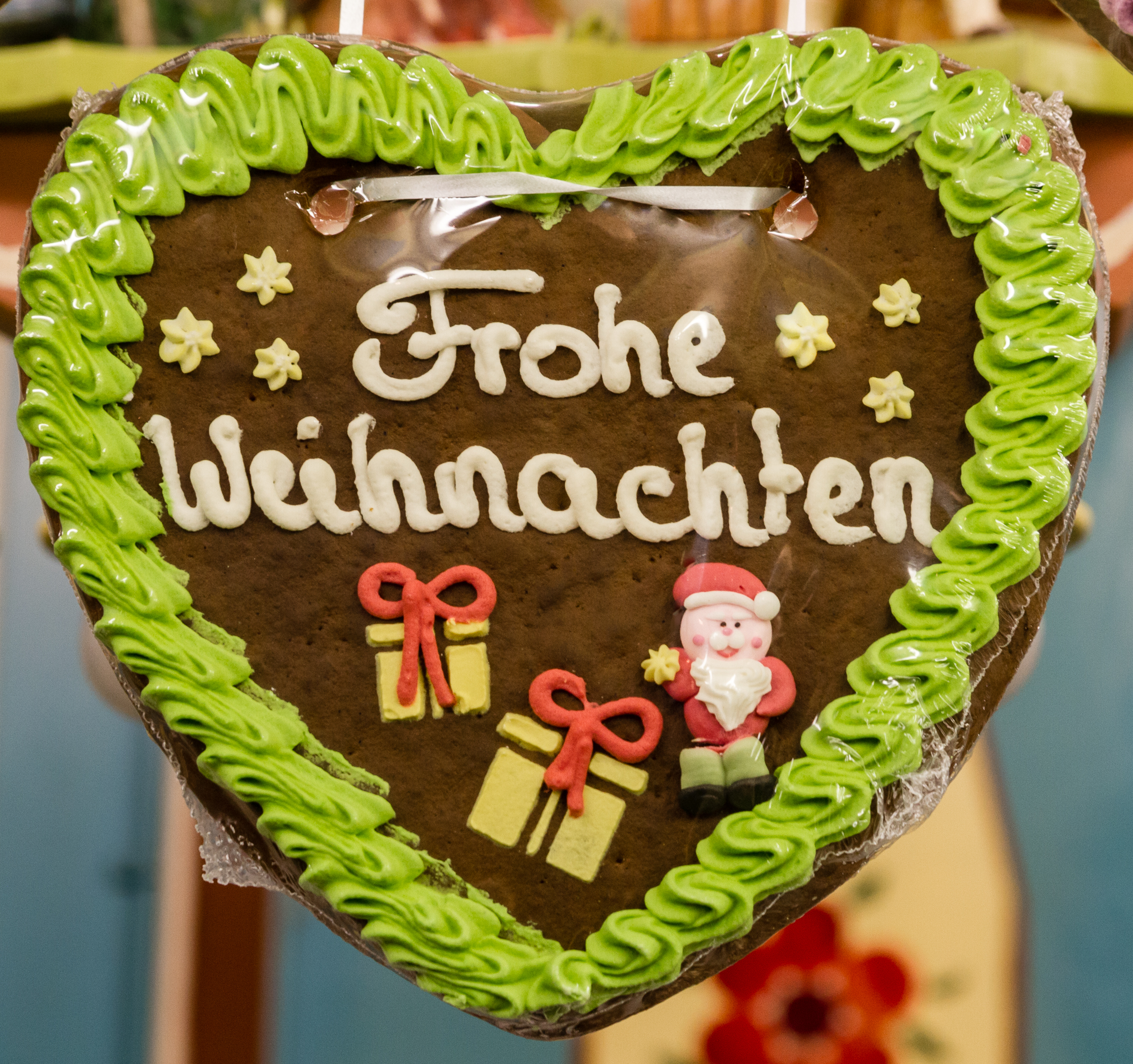
Lebkuchen
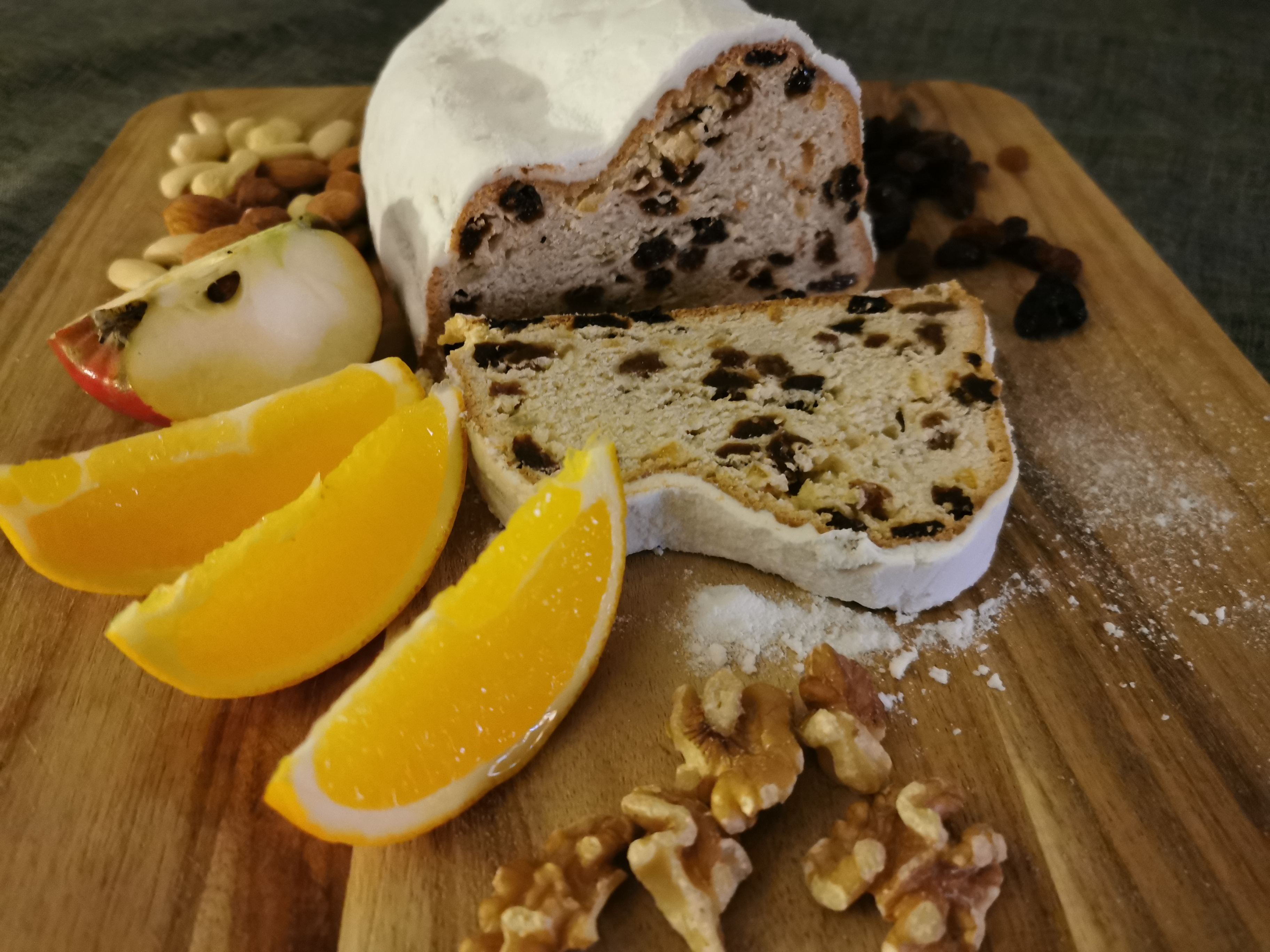
Weihnachtsstollen
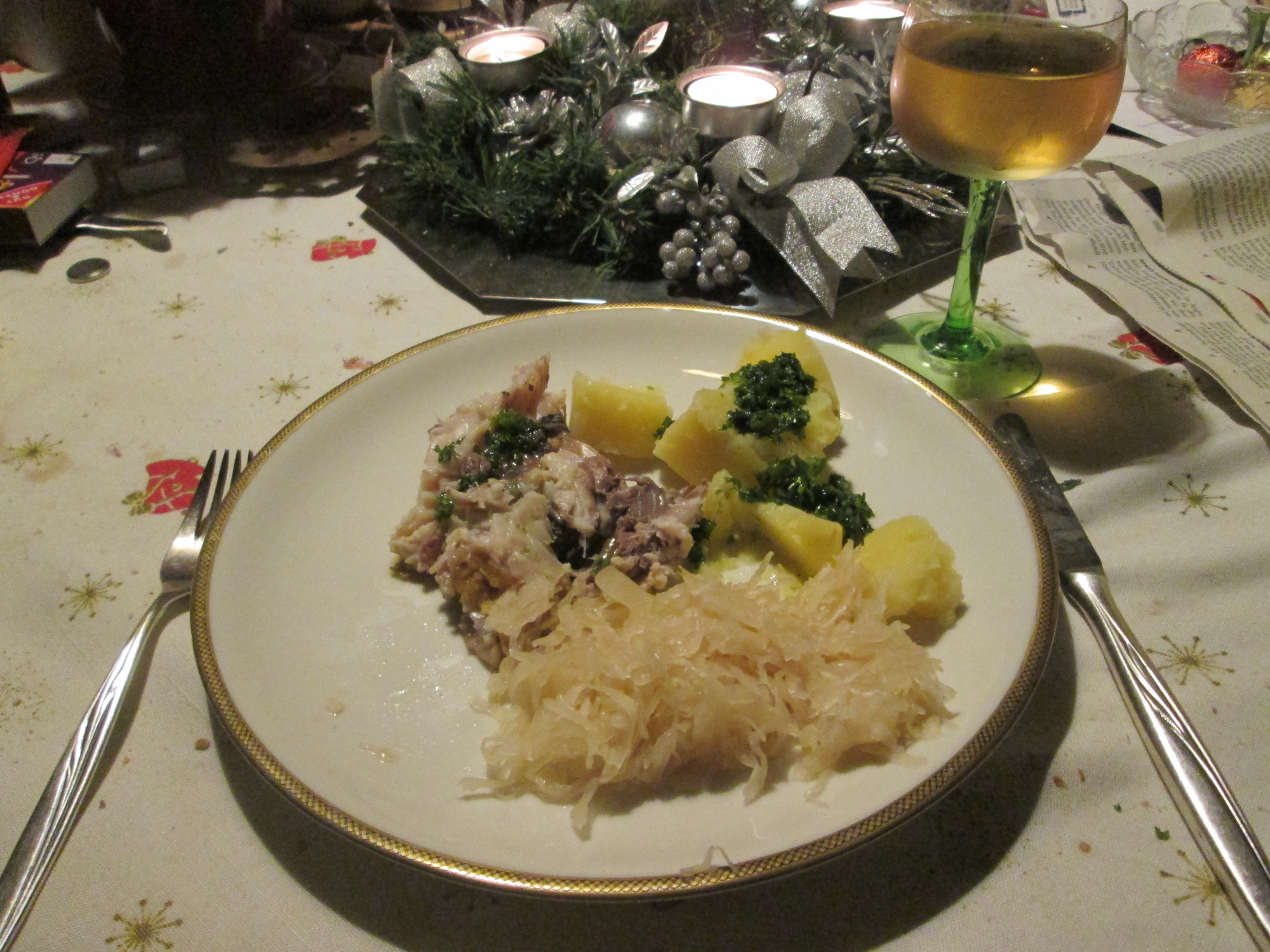
Weihnachtskarpfen

### Bekende mythische figuren

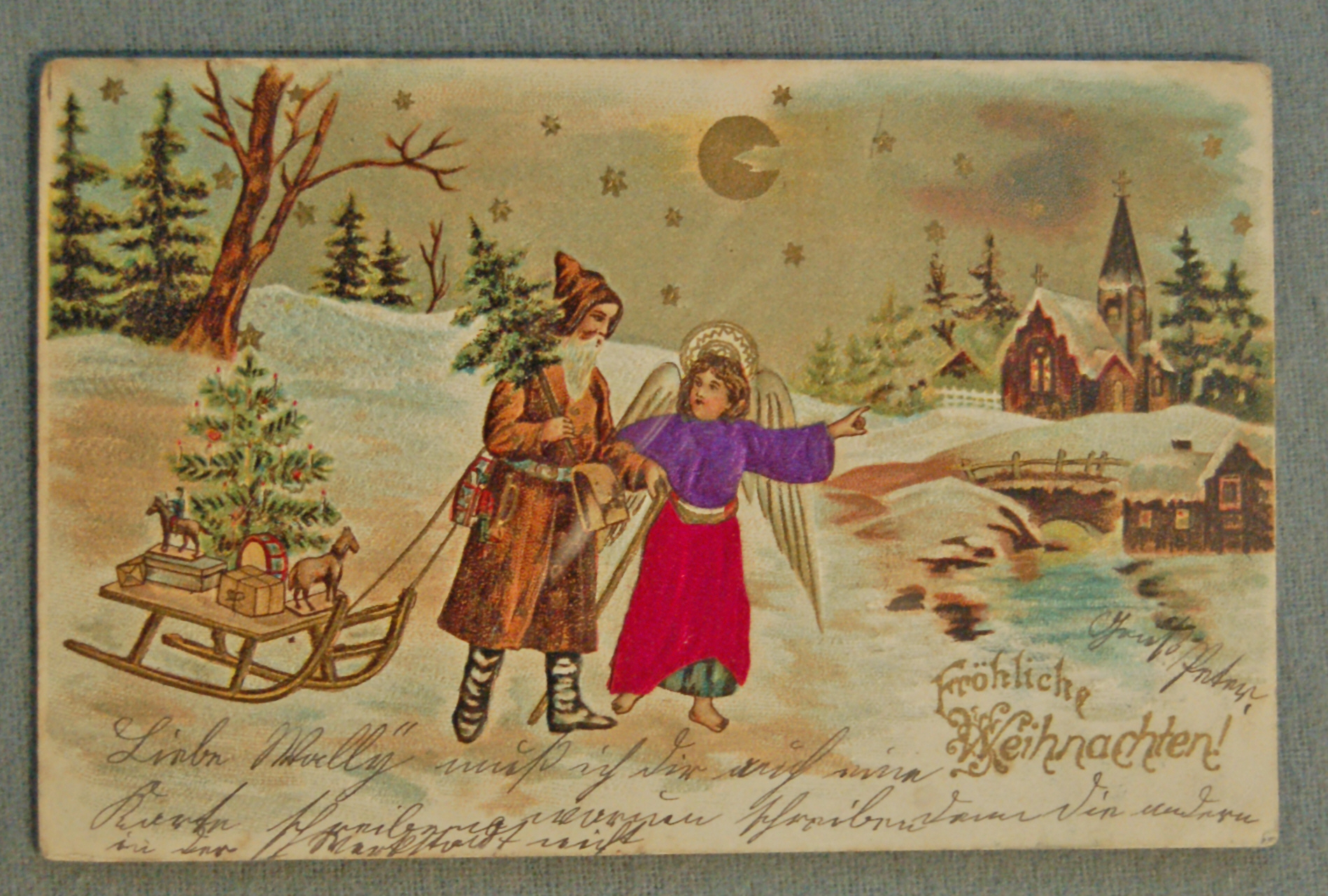
Kerstkaart uit 1900 met een traditionele Weihnachtsmann en een engel

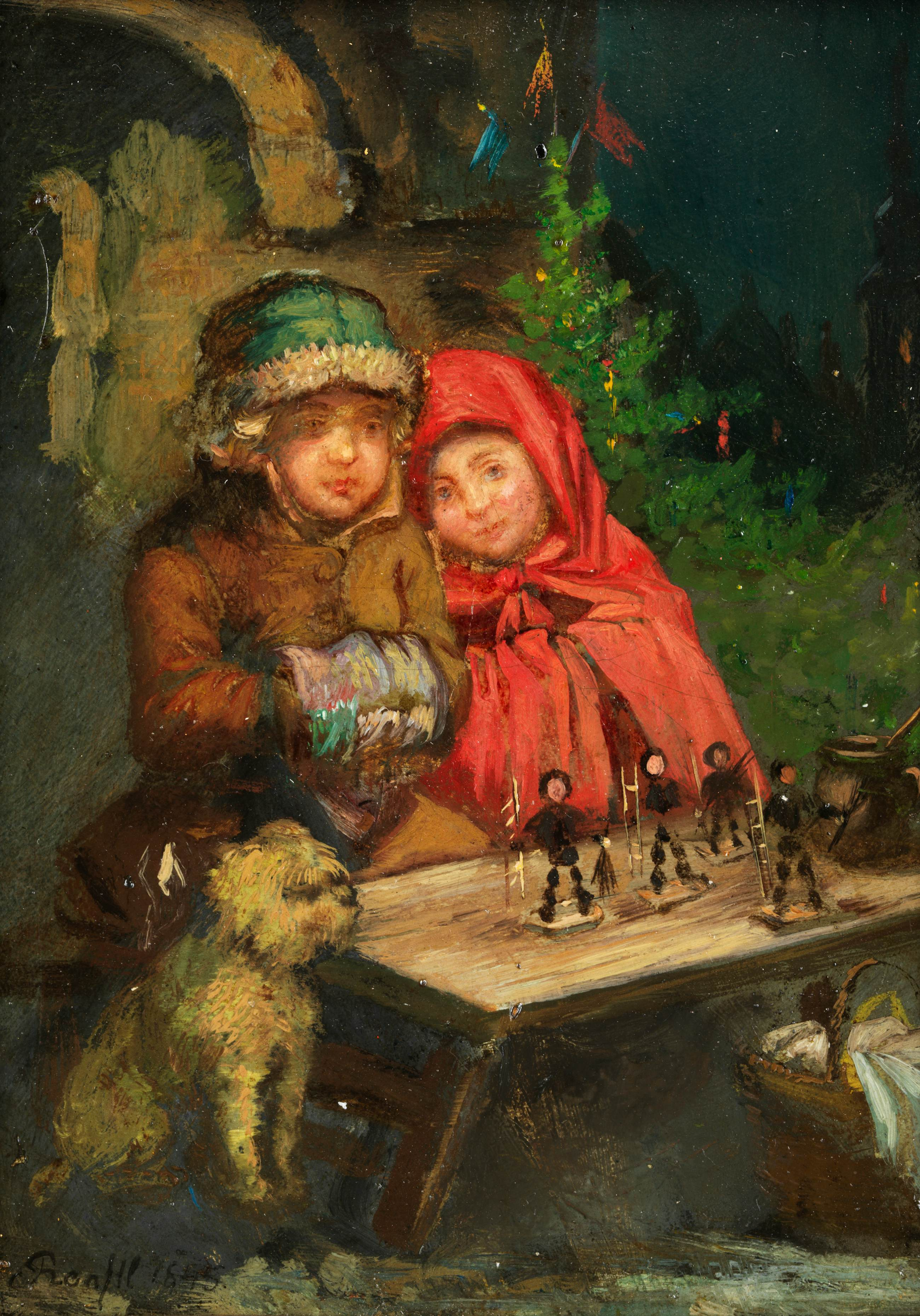
Kinderen verkopen schoorsteenvegers op een kerstmarkt, 1845

In Midden- en Noord-Duitsland bestaat de mythe over Vrouw Holle die tussen 23 december en 5 januari of mensen dat jaar vlijtig of lui waren. In de overige gebieden kent men Perchta, een vergelijkbare mythologische figuur, die vanaf de winterzonnewende tot 6 januari rijdt als aanvoerster van de Wilde Jacht. In verschillende gebieden bestaat nog de Perchtenlauf. De Krampus komt in de Alpenregio voor en knecht Ruprecht is de hulp van Sint-Nicolaas in Midden- en Noord-Duitsland. Ook komt de Bergmann voor.
Hans von Trotha, die ongeveer 2 meter lang was en zelfs naar hedendaagse maatstaven een imposante figuur zou zijn geweest, werd een lokale legende in de regio Palts onder de populaire verbasterde naam "Hans Trapp", of af en toe "Hans Trott". Hij werd later niet alleen beschreven als een roofridder, maar werd in de loop van de tijd afgeschilderd als een kinderschrik die, als de "Zwarte Ridder" (schwarzer Ritter), een rusteloze geest was die 's nachts door Wasgau sloop. Zelfs in de legende van de Jungfernsprung werd zijn naam geassocieerd met de duivel die de maagdelijkheid van het jonge meisje wilde nemen. In de naburige Elzas werd ten tijde van Sint Nicolaas de naam Hans Trapp gebruikt om kinderen bang te maken en hij was degene die de heilige vergezelde, niet de gebruikelijke figuur van Knecht Ruprecht. Het uiterlijk en de kleding van Hans Trapp (witte baard, puntmuts en roede) worden beschreven in een Alemannisch Duits gedicht uit de Elzas
Het Fatschenkind, Fatschenkindl, Fatsche, Windelpaket of Büschel is een devotioneel beeld of een votiefbeeld van het kind Jezus, dat vooral wijdverspreid was in Zuid-Duitsland en Oostenrijk. 

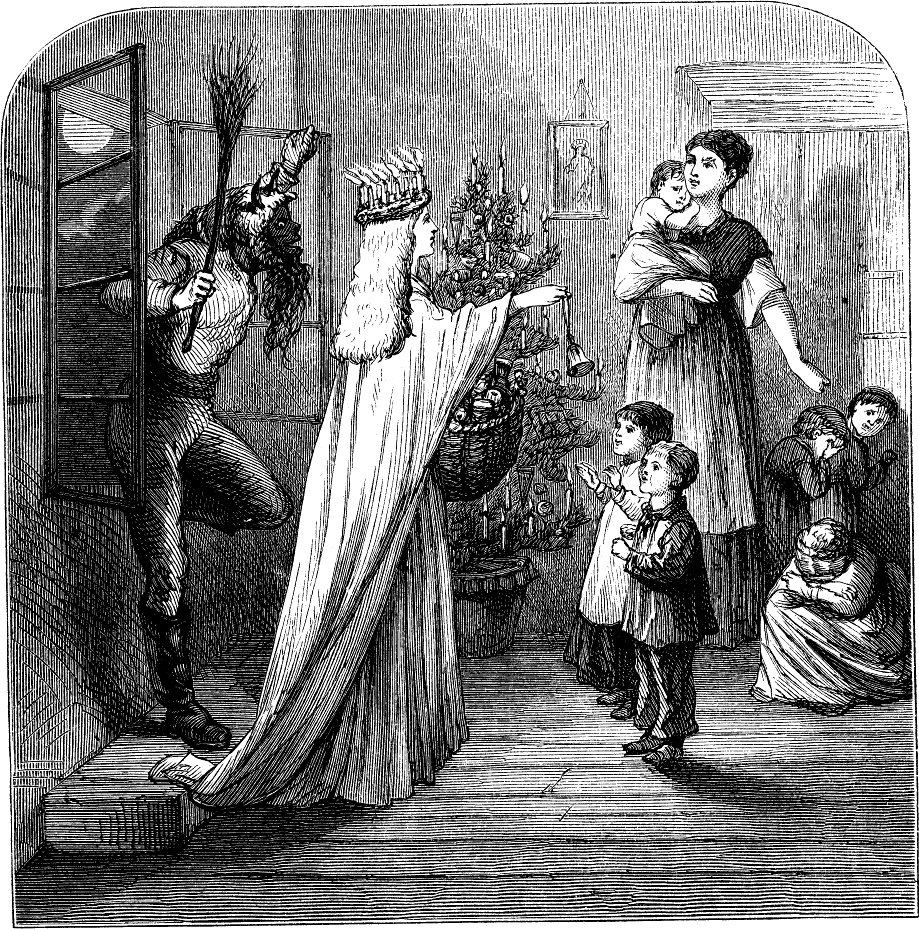
Het Christkind en Hans Trapp, 1873
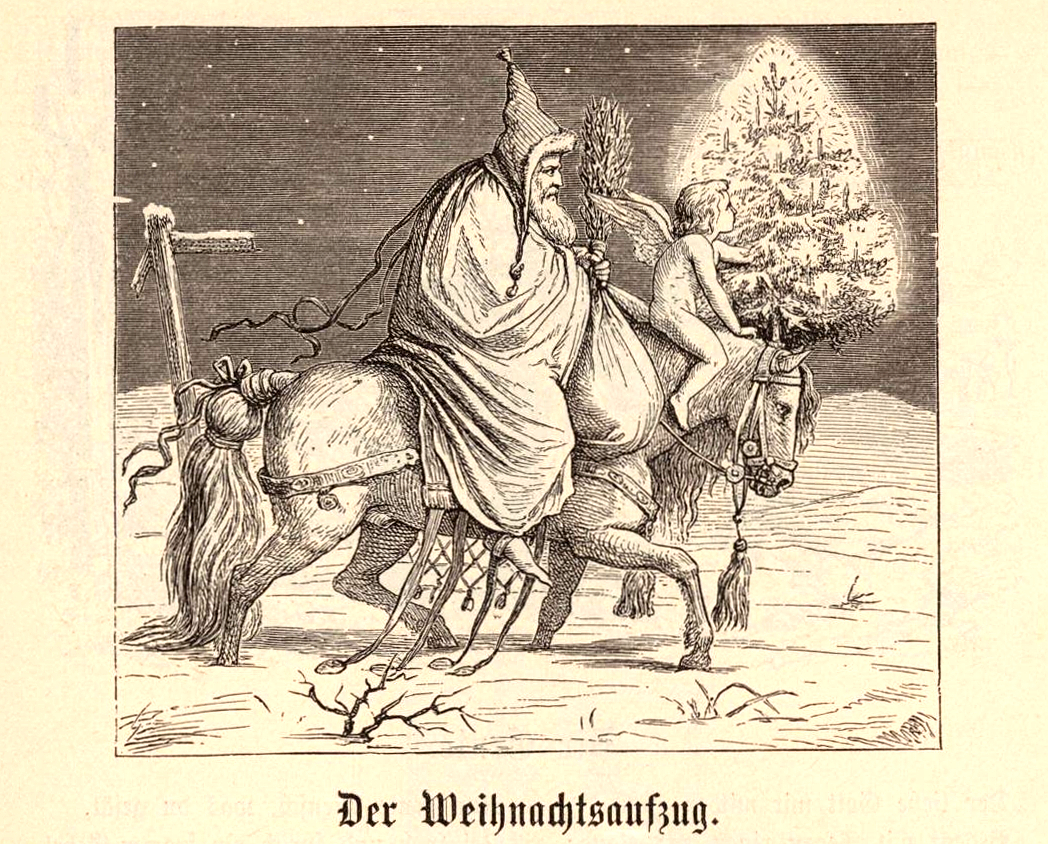
Knecht Ruprecht en het Christkind, 19e eeuw
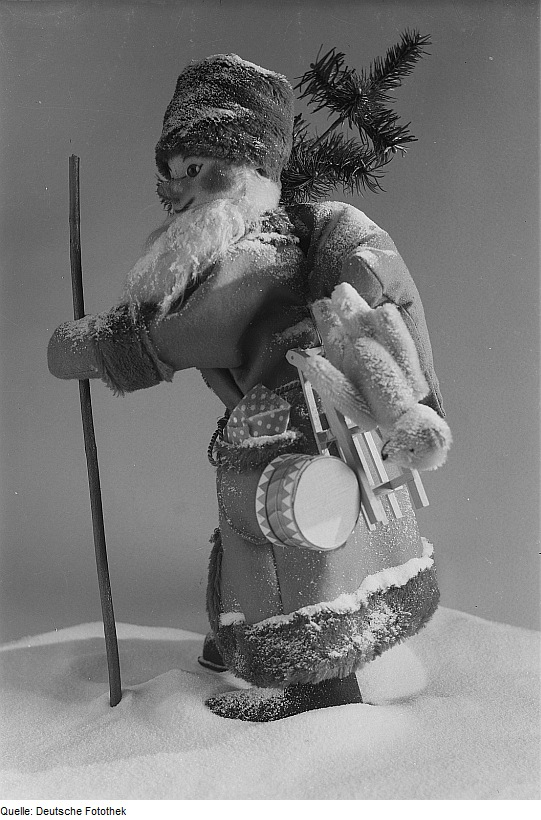
De Weihnachtsmann, 1950
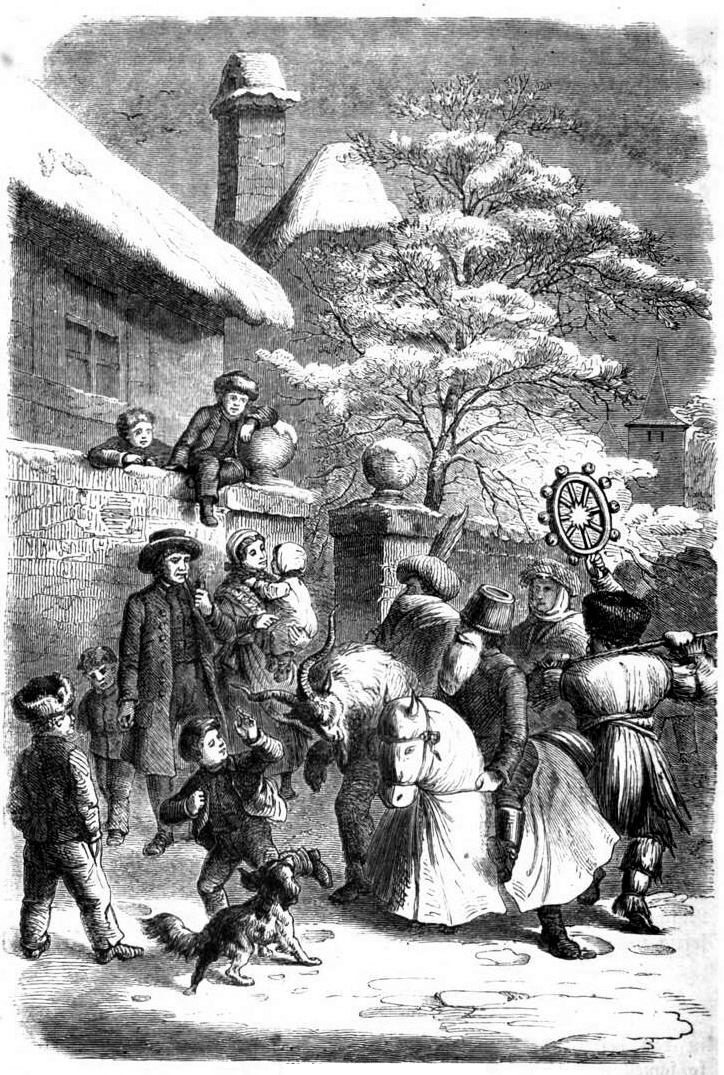
Knecht Ruprecht, Wepelrot, de Schimmelrijder met Klapperbock, Beer, Das festliche Jahr, 1863
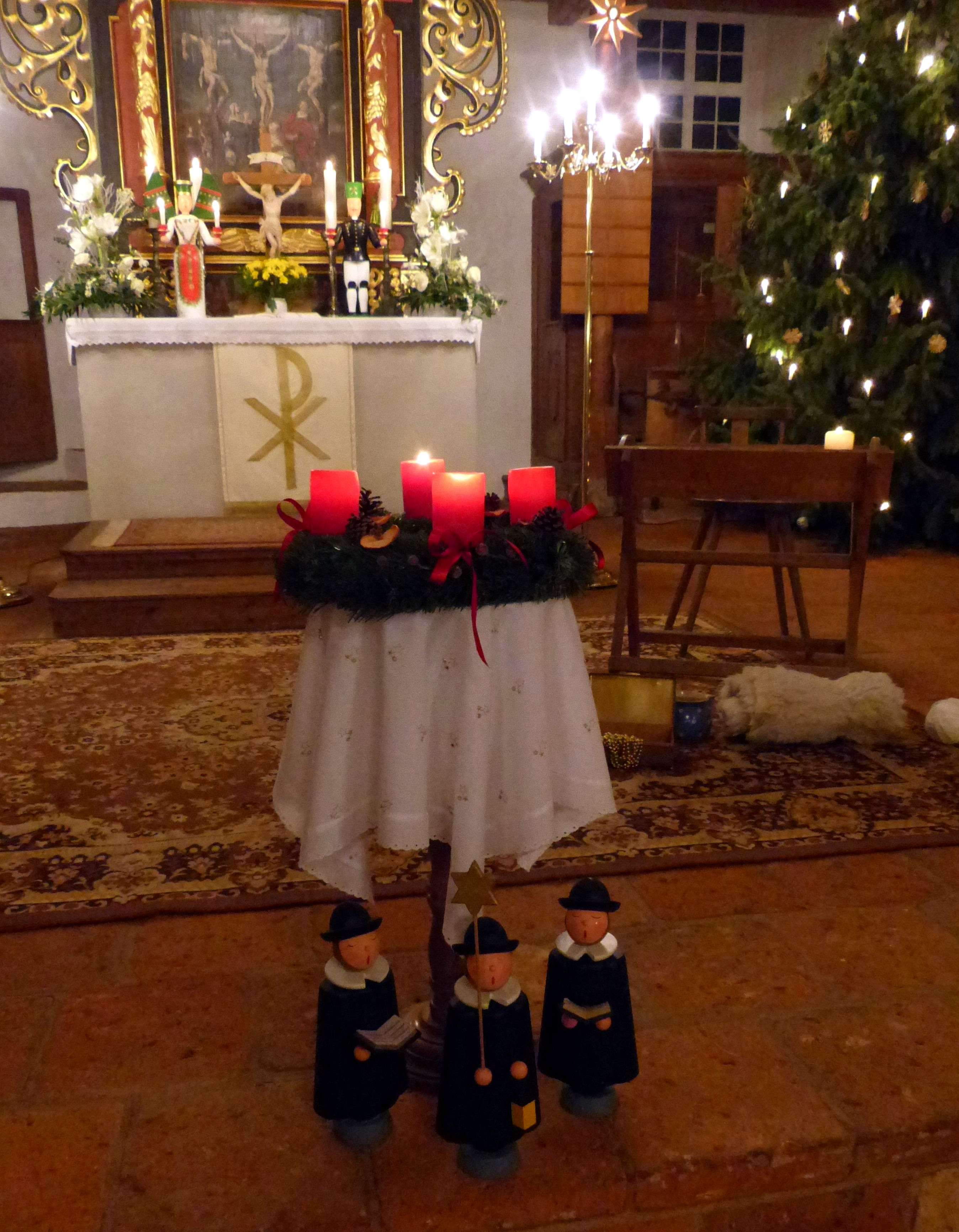
Kerstversiering in de Exulanten-Kirche van Oberneuschönberg: kerstliederen, adventskrans, Bergmann en engel op het altaar, kerstboom en kerststal met kaars. Sterrenzangers vooraan.
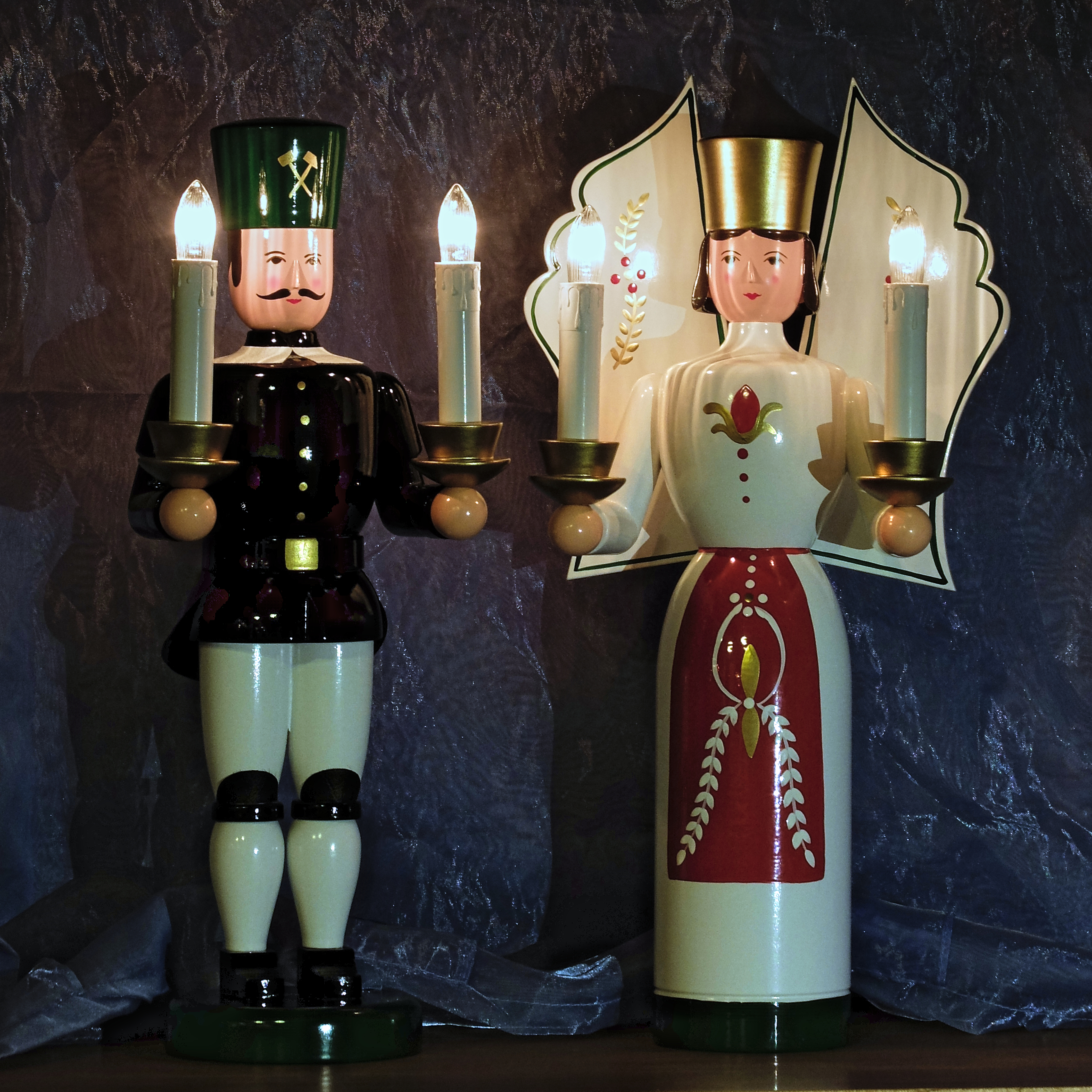
Elektrisch verlichte Bergmann en engel
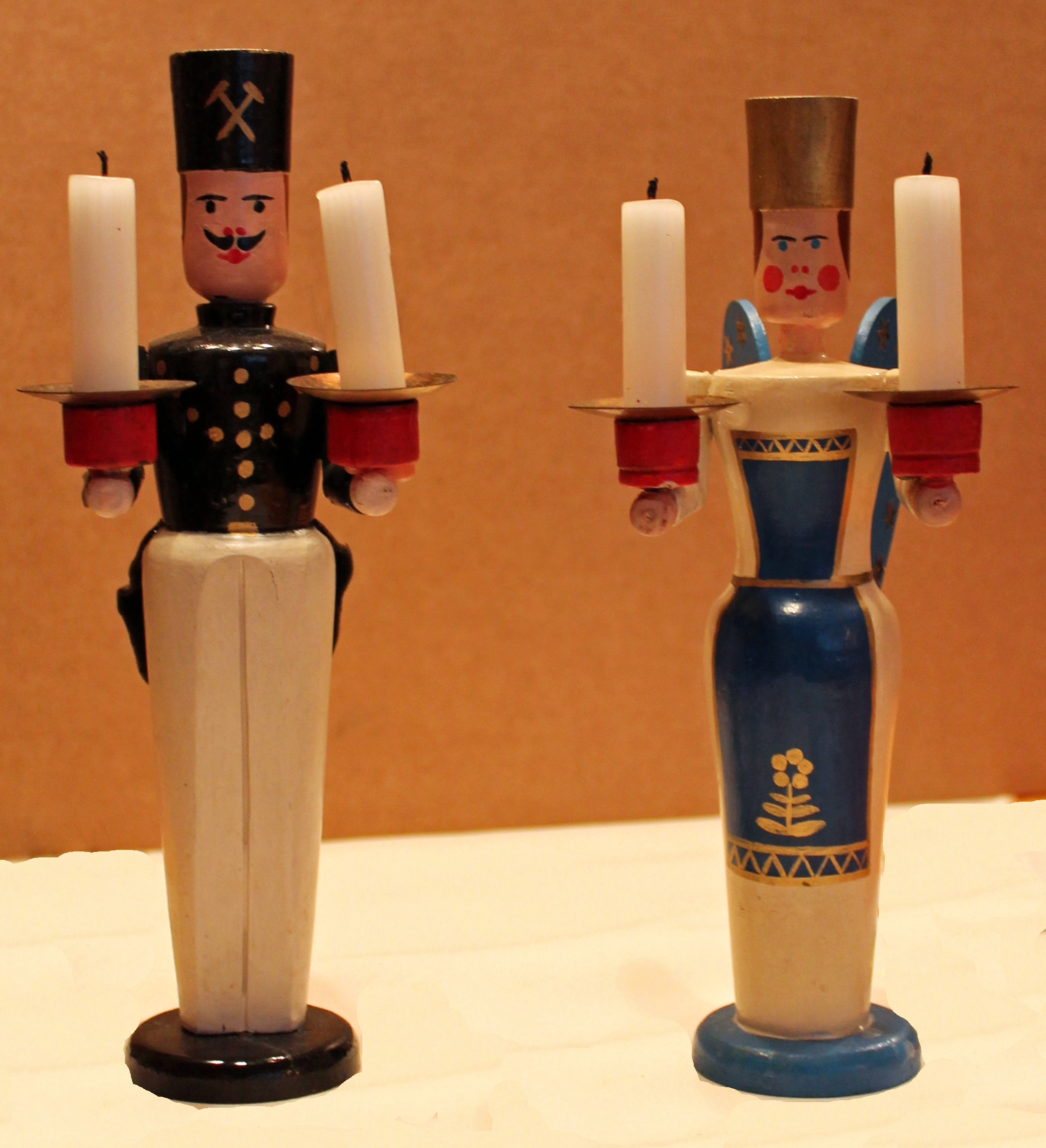
Bergmann en engel met kaarsen
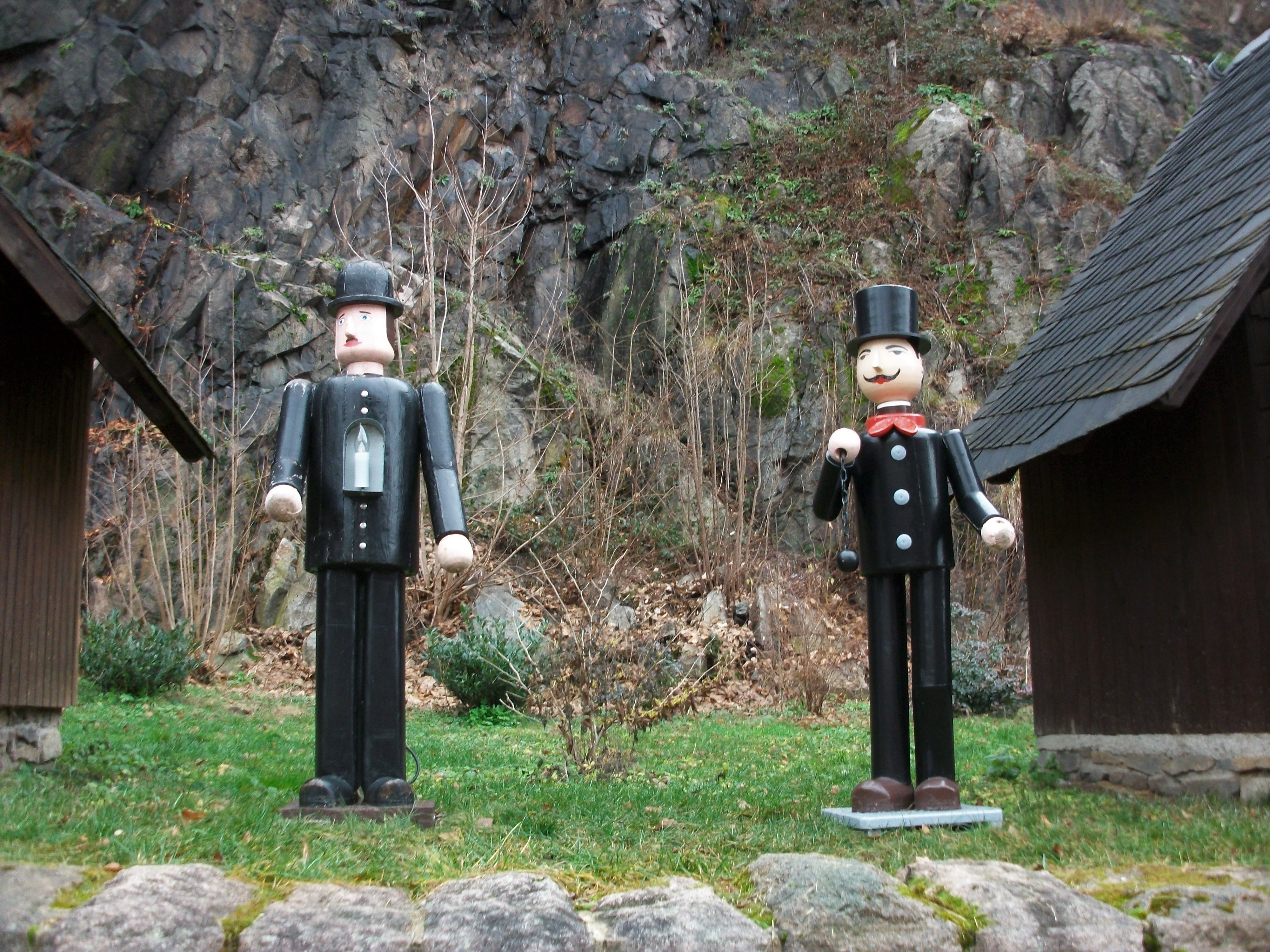
Bergmann en schoorsteenveger
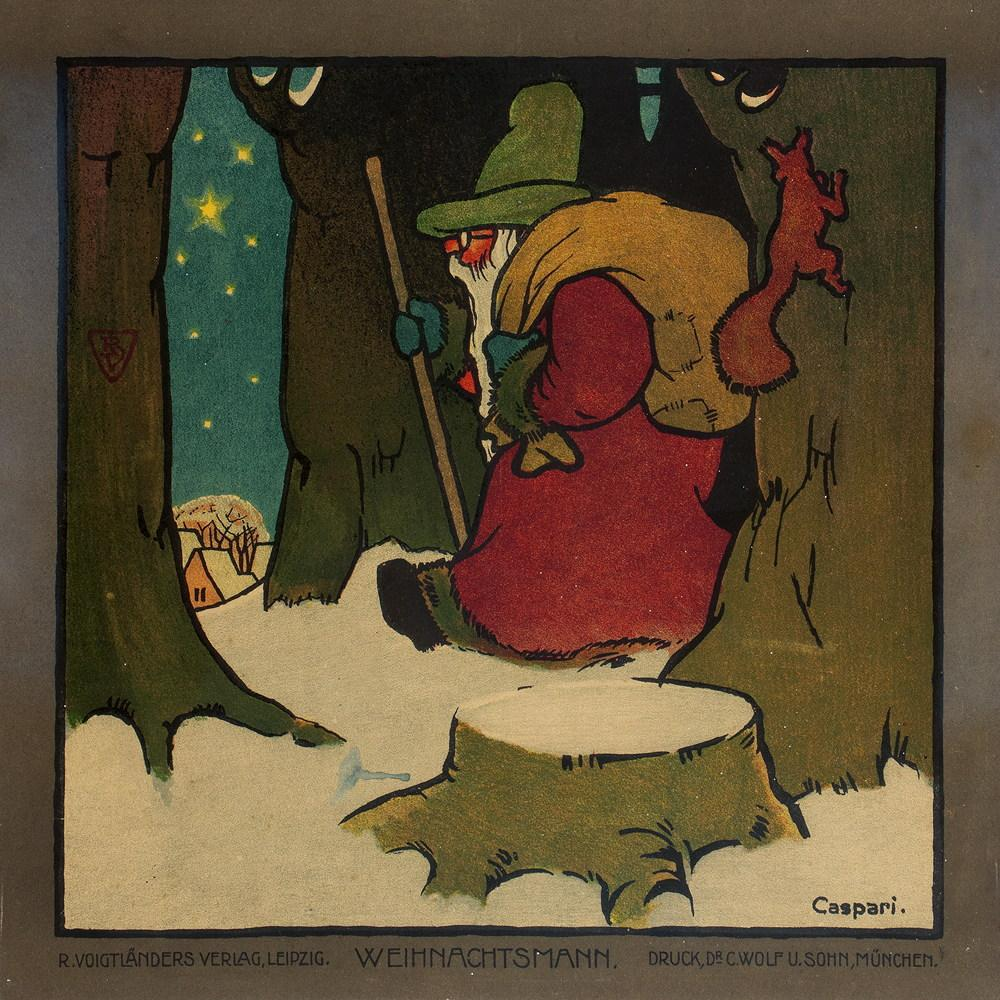
Weihnachtsmann, ca. 1905
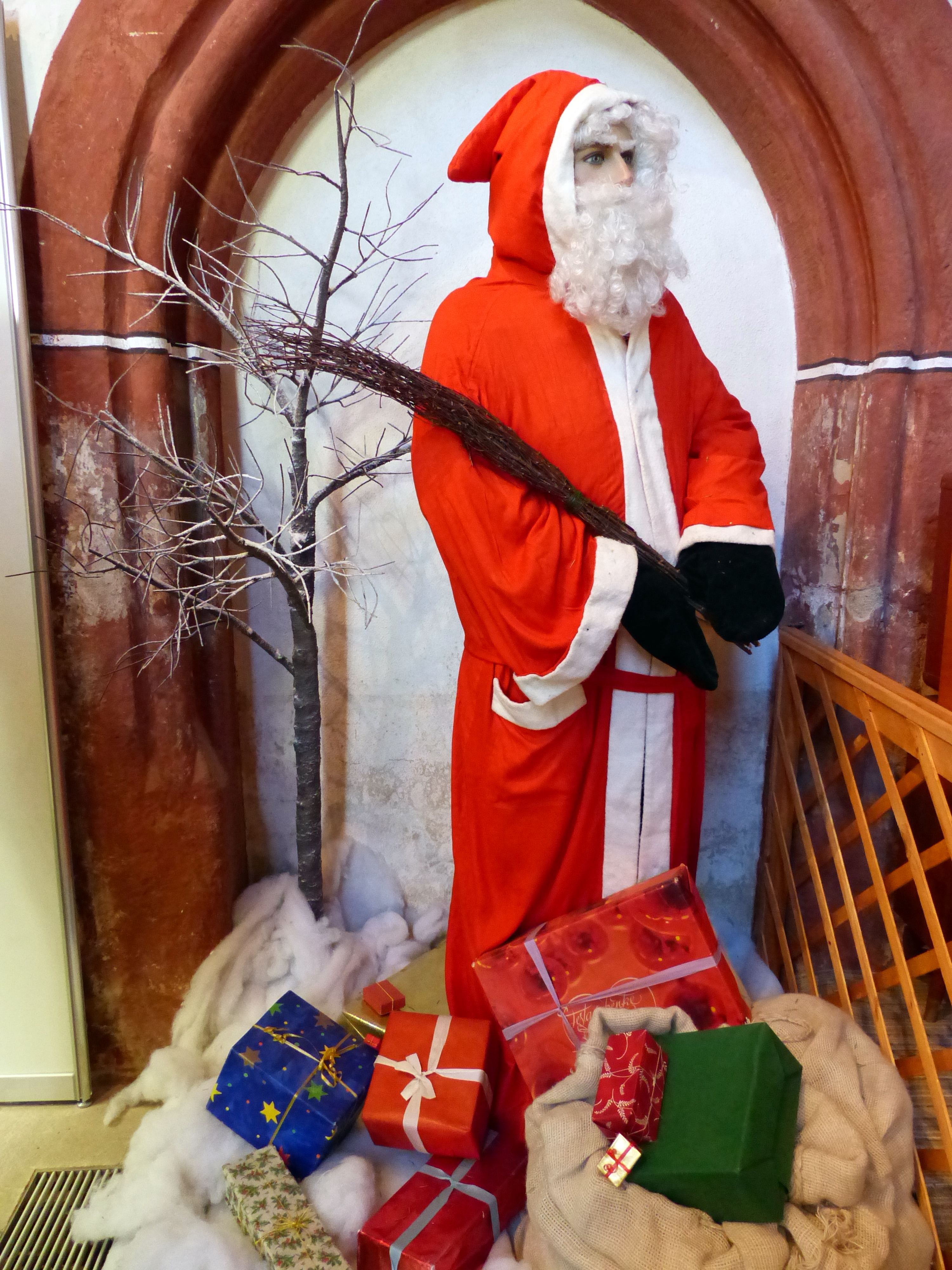
Weihnachtsmann met roede, Stadtmuseum Meißen.
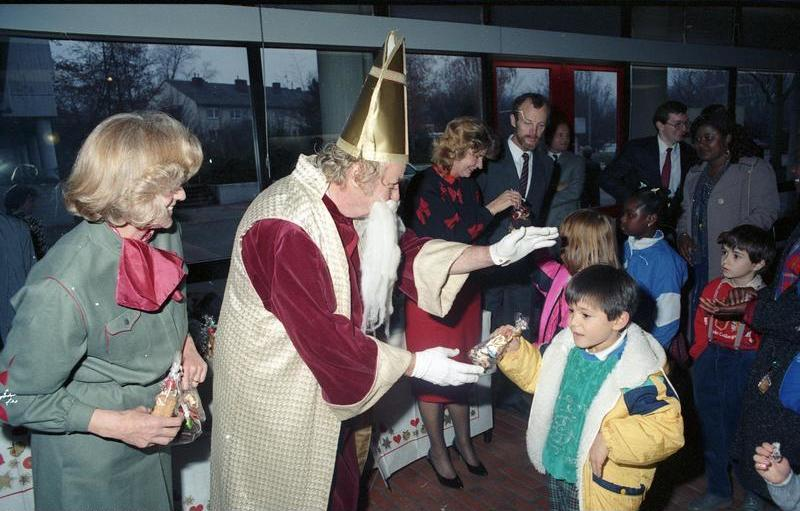
Nikolaus in Bonn
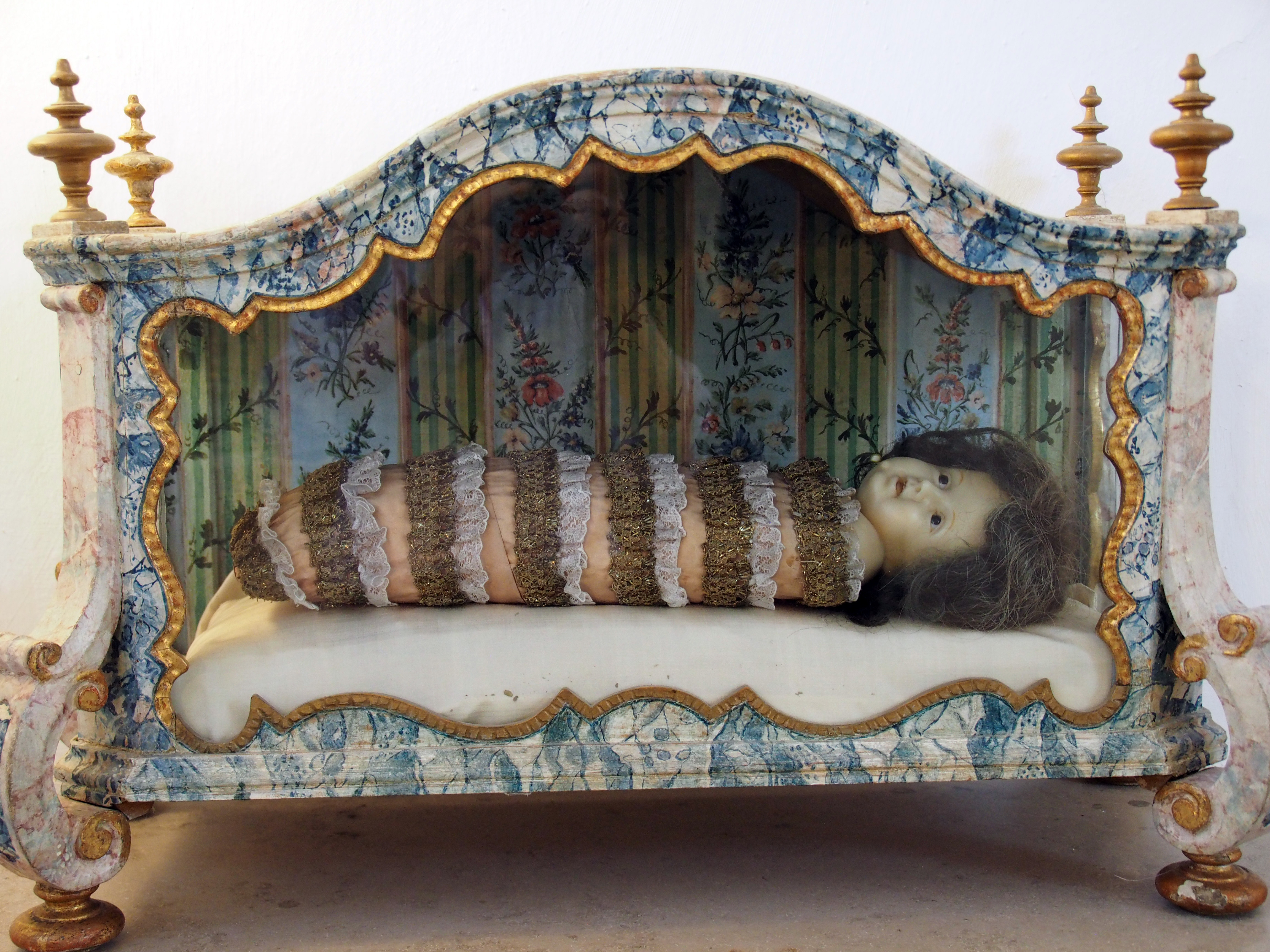
Fatschenkind
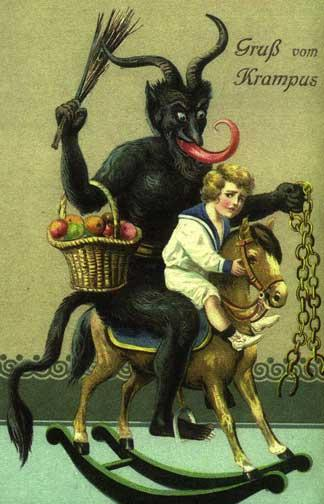
Krampus op een kerstkaart, ca 1900
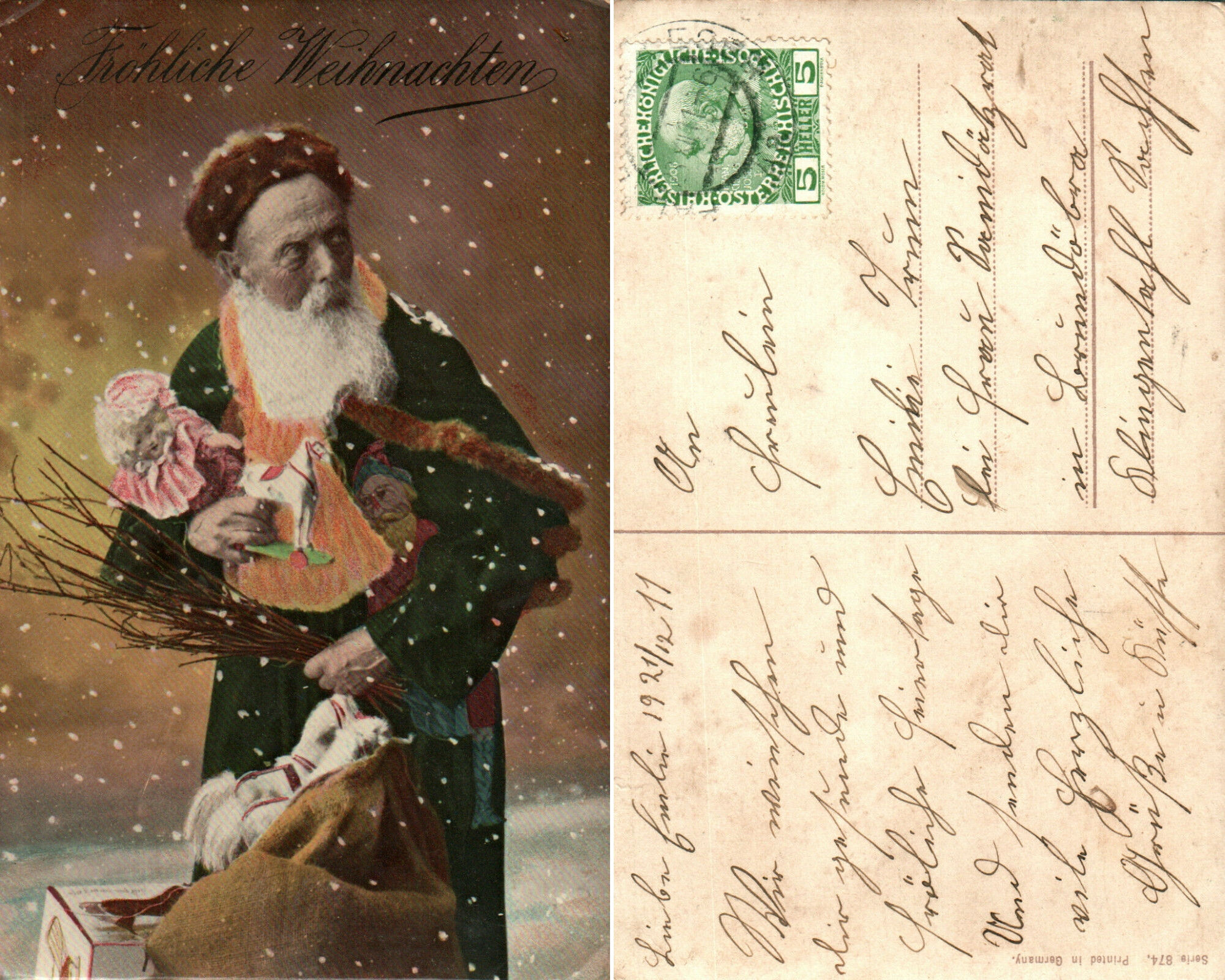
Fröhliche Weihnachten, 1921

## Ecuador

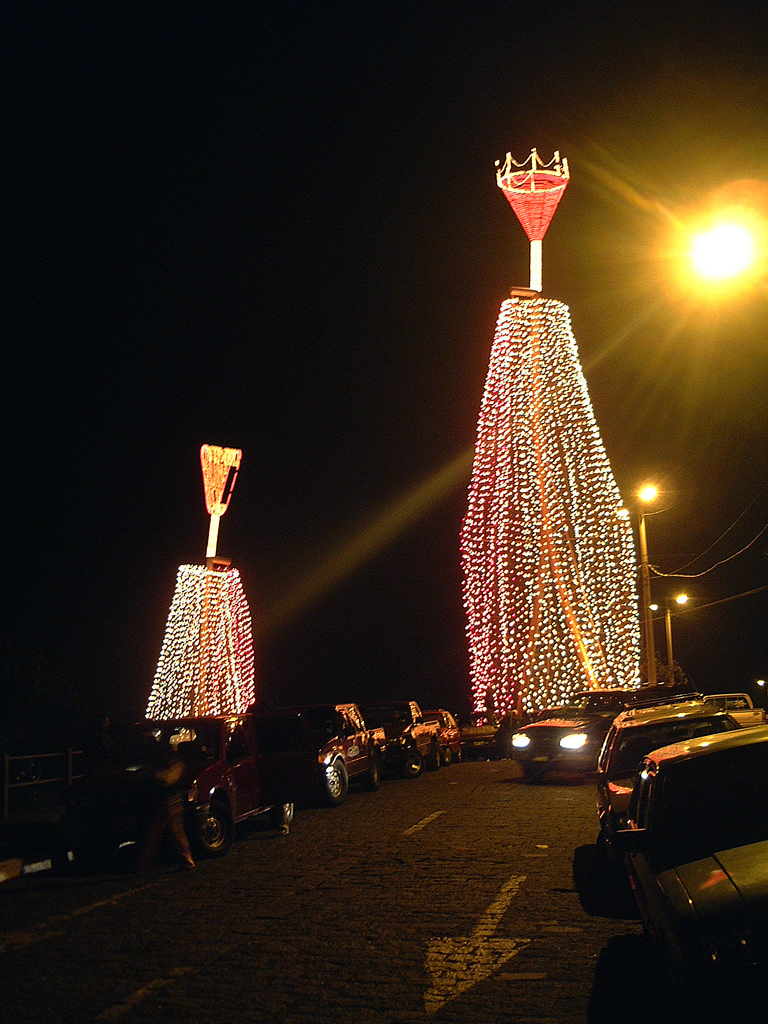
Een gigantische kerststal gemaakt in Quito: twee van de drie wijzen

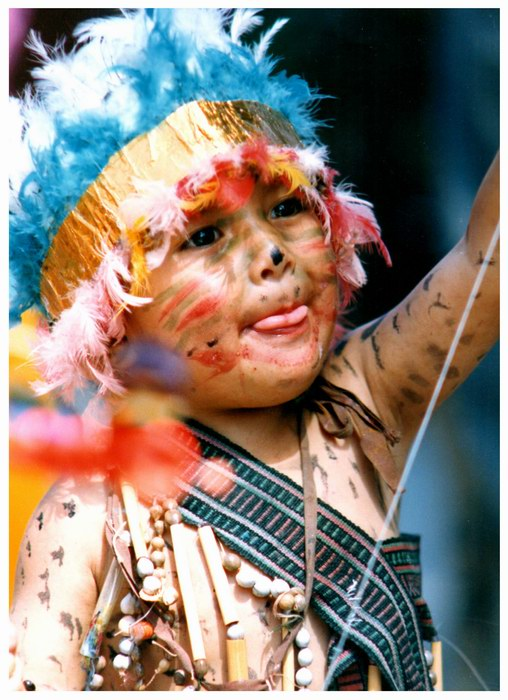
Kinderen uit alle wijken rondom Cuenca versieren paarden, ezels, lama's en voertuigen met een overvloed aan voedsel, klatergoud en kleuren. De kinderen verkleden zich als kerstfiguren of dragen zeer decoratieve inheemse kleding terwijl ze van de buitenwijken naar het centrale plein in het centrum lopen in de parade op kerstavond, 24 december 1998.
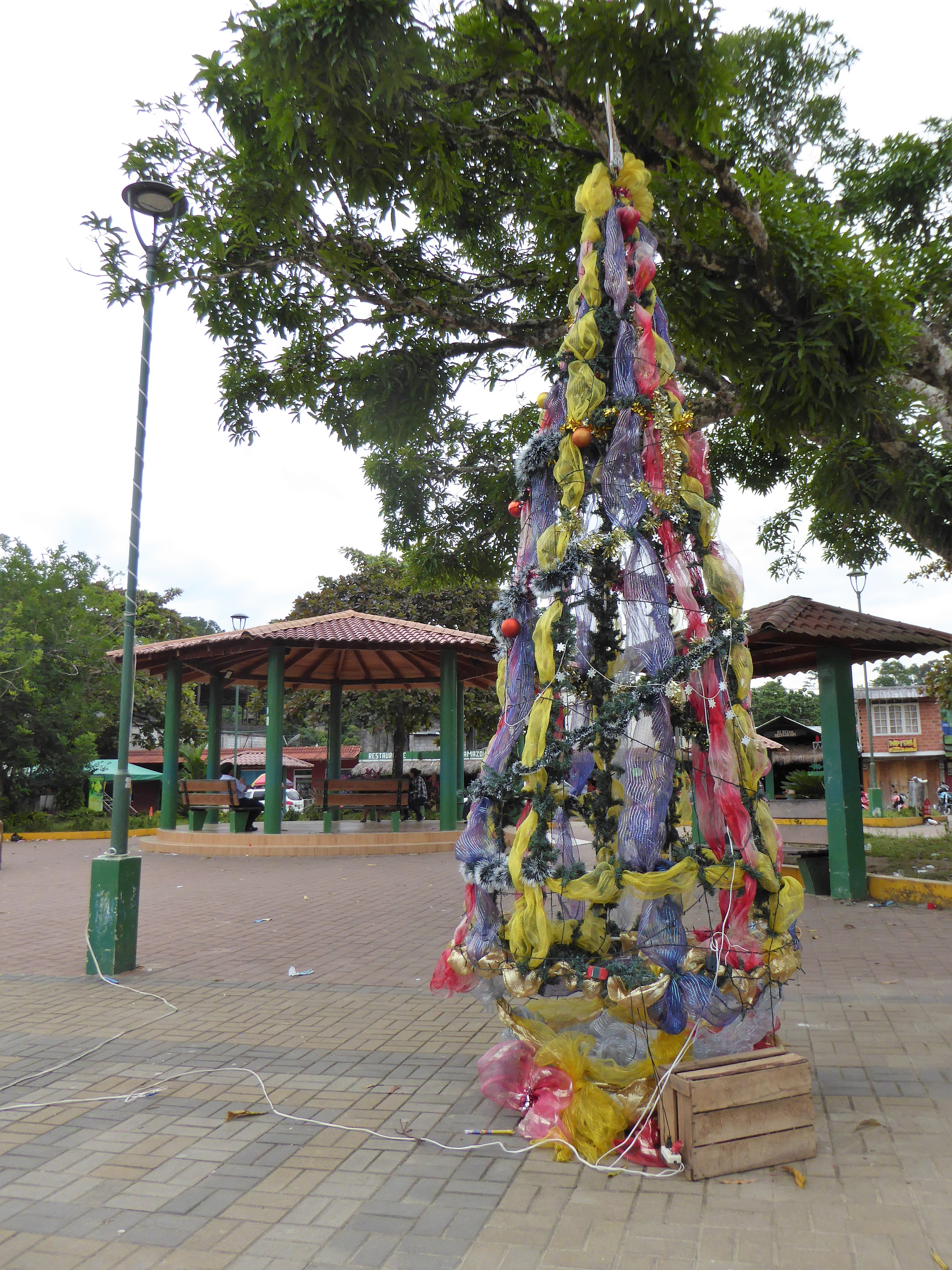
Kerstversiering in Misahuallí
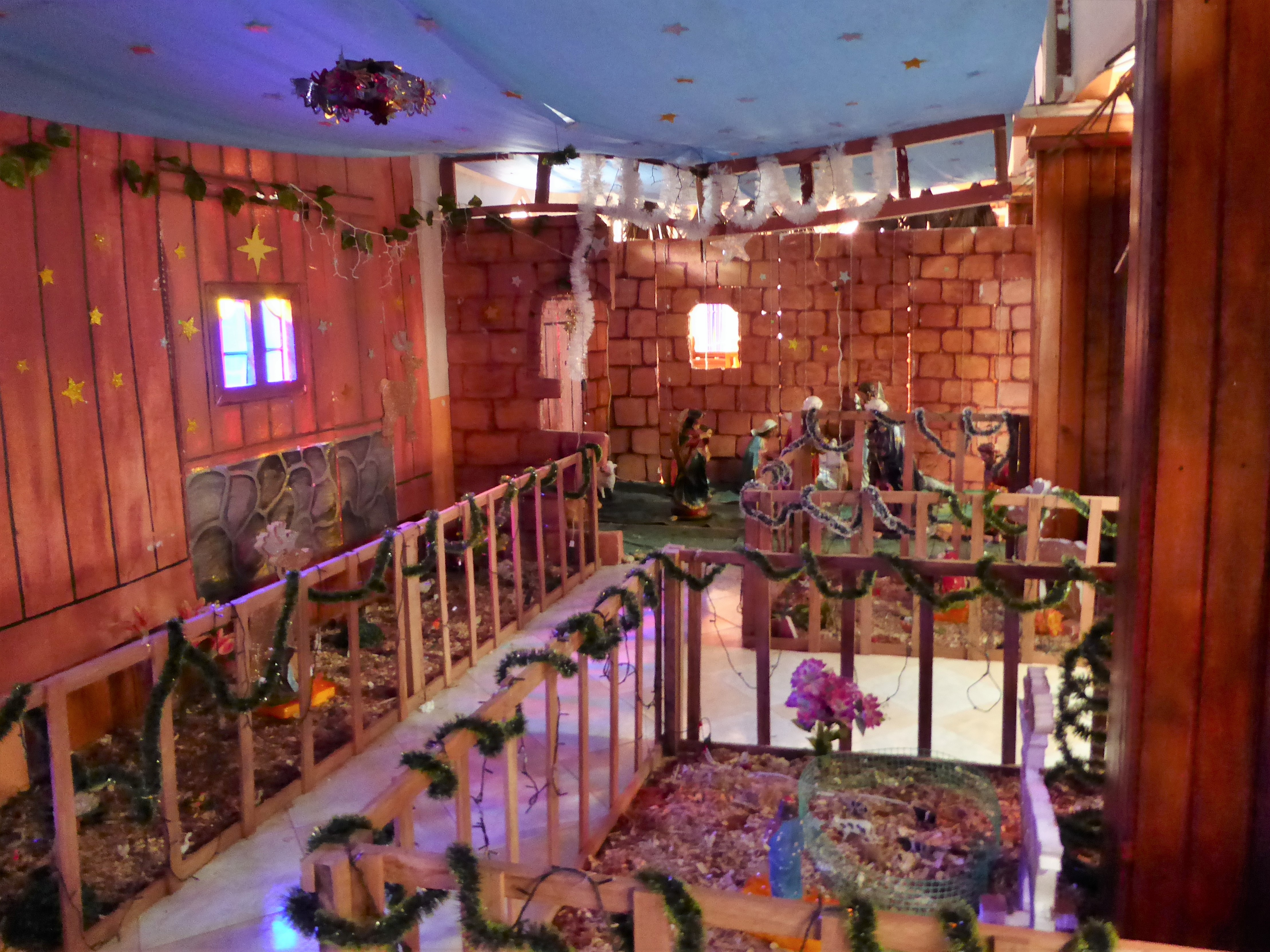
Kerstversiering in de hoofdkerk van Mindo

## Egypte

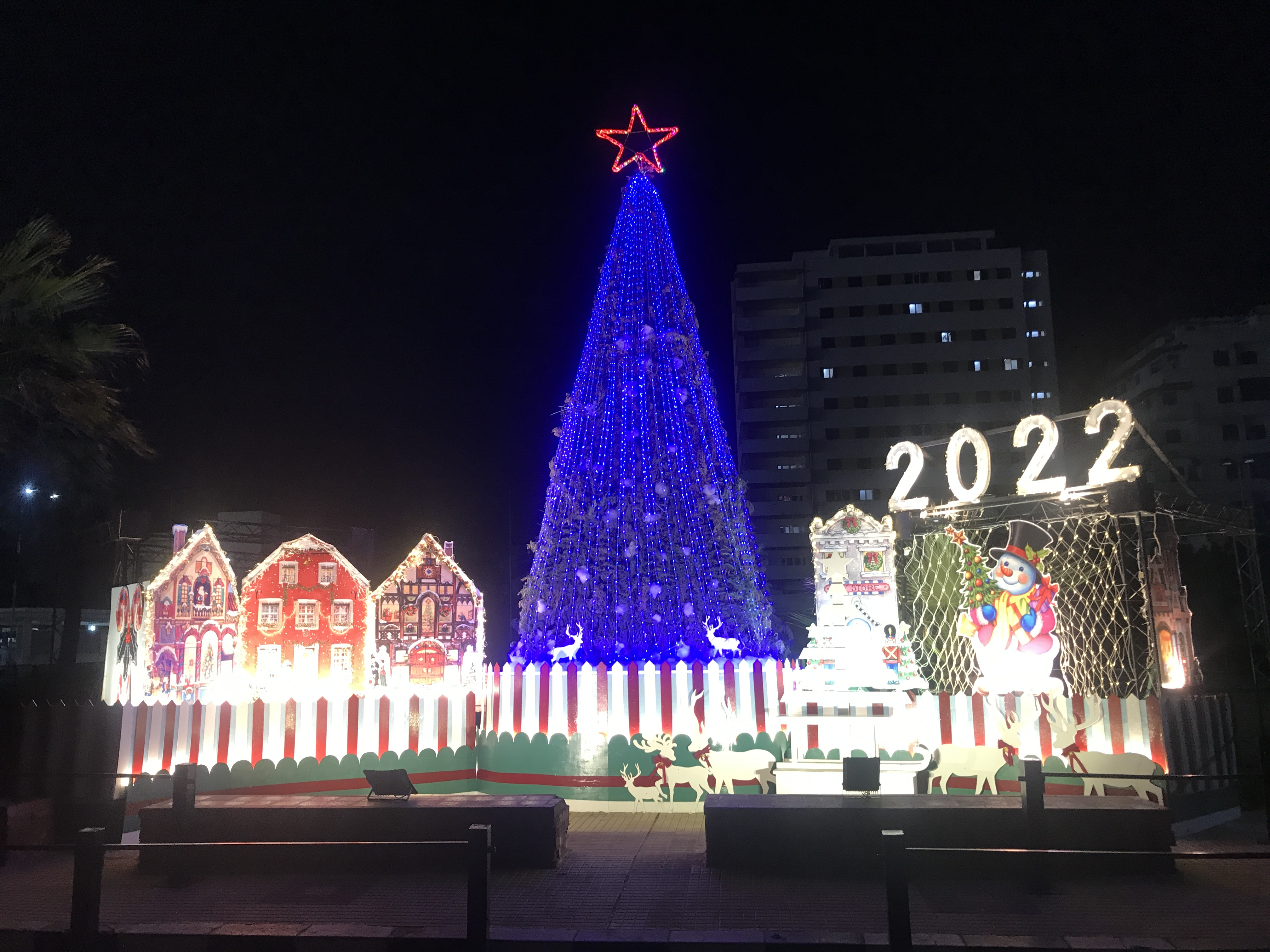
Kerstversiering bij Collège Saint Marc in Alexandrië

## Engelstalige landen

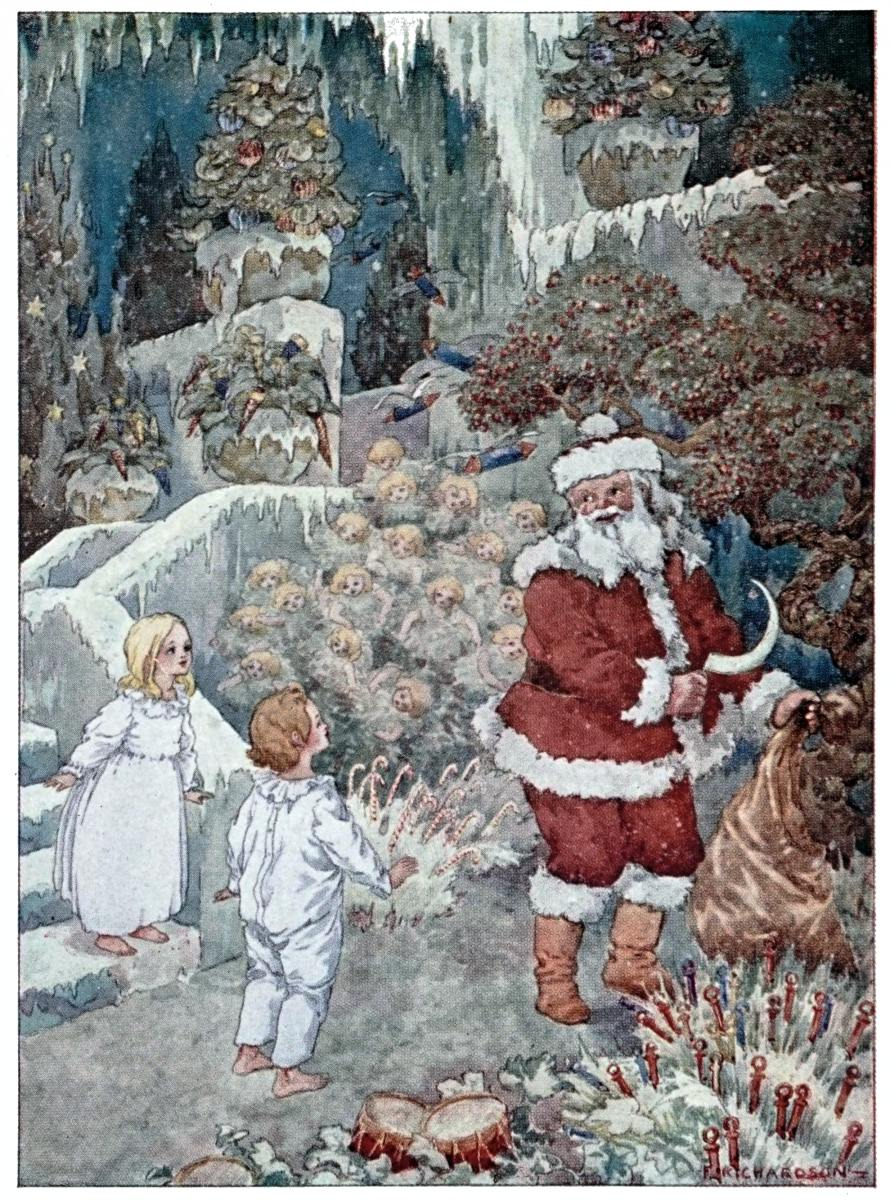
"Oh, Ho, Ho, Ho!" he laughed merrily, "How did you two Children come here?", Christmas Stories, Georgene Faulkner, 1916

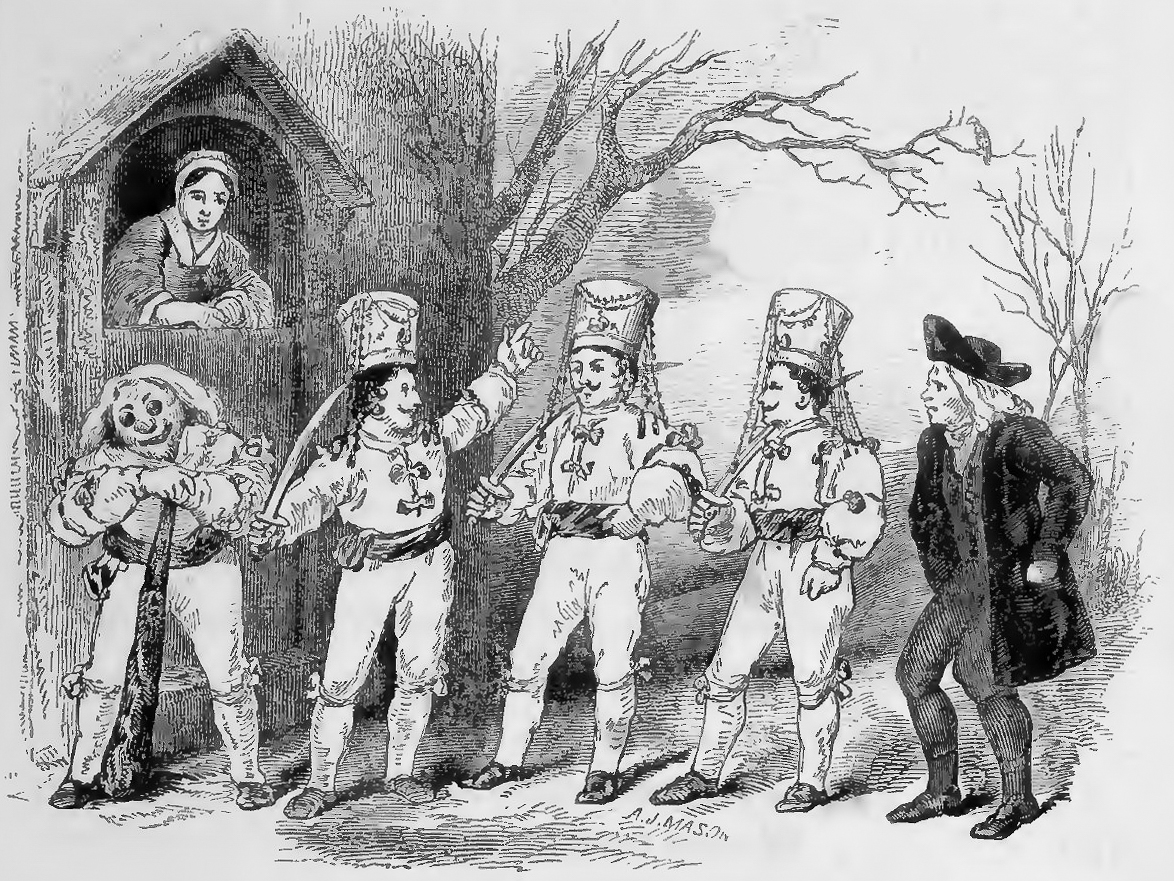
Afbeelding uit Christmastide, its History, Festivities and Carols (1852) van een 'modern' kersttoneelstuk (nu algemeen bekend als mummers play). De personages: de Kerstman voorgesteld als een groteske oude man met een groot masker en een komische pruik en een enorme knuppel in zijn hand, drie spelers (van wie er twee Sint-Joris en de Draak) zijn allemaal op vrijwel dezelfde manier gekleed en de dokter. De vrouw is een toeschouwer.

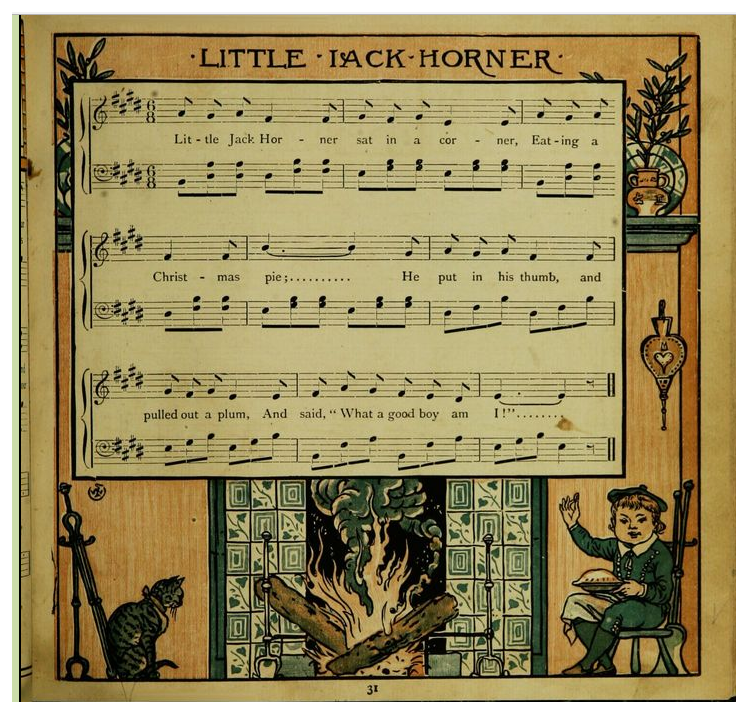
Little Jack Horner, Sat in the corner, Eating his Christmas pie; He put in his thumb, And pulled out a plum, And said, “What a good boy am I!”

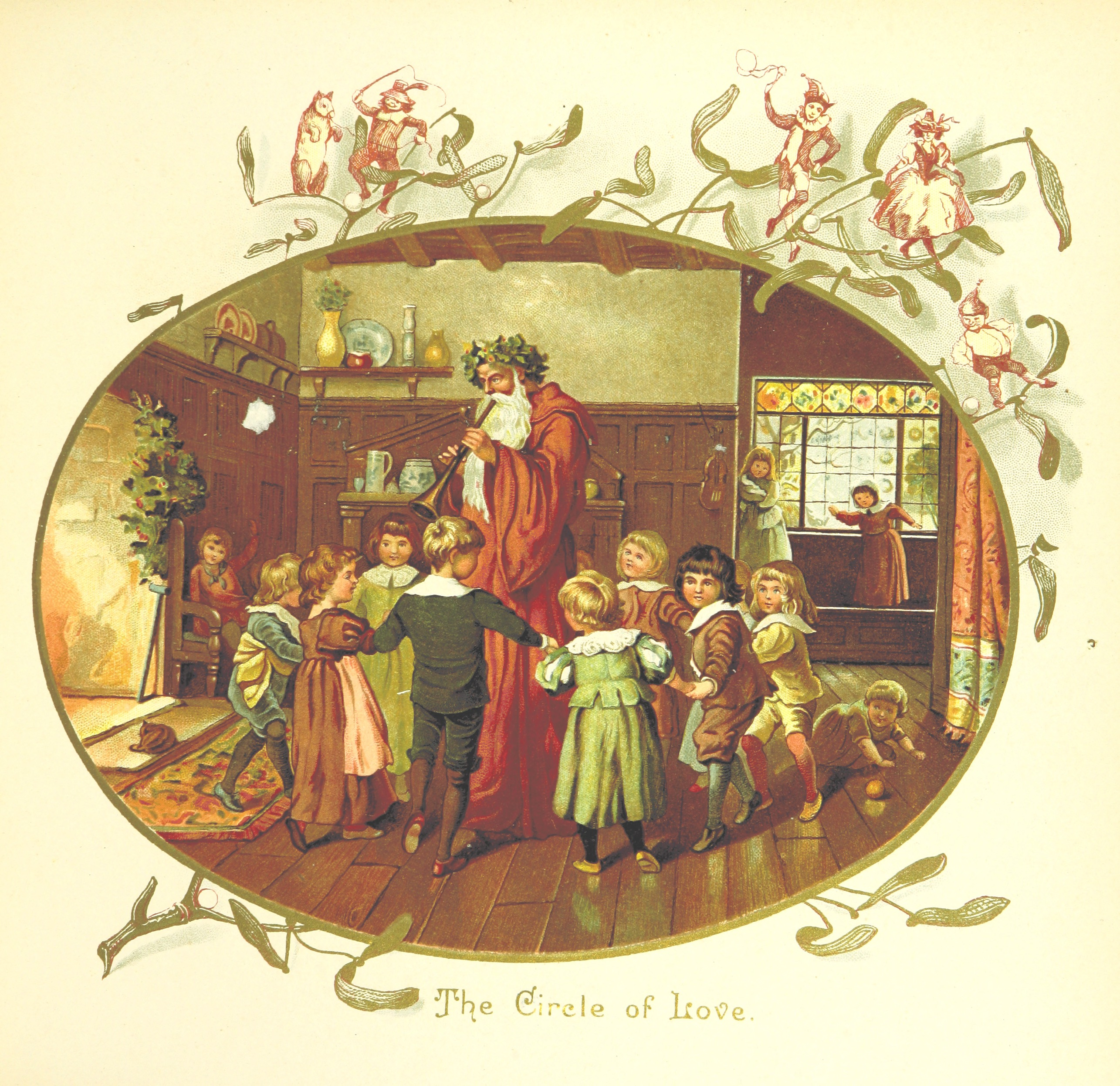
"The Coming of Father Christmas", 1894

Kerst in Engelstalige landen – zoals Engeland, Canada, en Australië – wordt vaak op kerstavond gevierd met het speciale kerstdiner, kalkoen en een Christmas pudding die grotendeels uit rozijnen bestaat. De pudding bevat over het algemeen een dertiental ingrediënten. Voor sommigen symboliseert de pudding aldus Jezus Christus en zijn twaalf discipelen. Vroeger was het de gewoonte om zilveren muntjes in de pudding te stoppen. Degene die de munt in zijn stuk aantrof kon geluk in het komende jaar verwachten, zoals bij de Koningentaart. Een ander nagerecht bij het kerstdiner is trifle.
De Kerstman ofwel Father Christmas speelt een grote rol tjdens het kerstfeest in Engelstalige landen. Little Jack Horner is een populair Engels kinderrijmpje dat voor het eerst genoemd in de 18e eeuw en werd al vroeg geassocieerd met opportunistische daden. Moralisten herschreven en breidden het gedicht ook uit om de viering van hebzucht tegen te gaan.
Er wordt een Yule log naar huis gehaald en aangestoken op de huiselijke haard, zodat "zoet geluk kan komen terwijl het blok aan het verbranden is", zoals beschreven door de 17e-eeuwse dichter Robert Herrick. Mōdraniht (Moedernacht) verwijst naar een Angelsaksisch winterfestival dat plaatsvond op wat nu Kerstavond is.
Een andere traditie is het zingen en opvoeren van Christmas carols (toneeltjes met als thema Kerstmis). Huizen worden versierd met mistletoe (maretak) en er bestaat een traditie rondom de mistletoe en elkaar kussen. Traditiegetrouw openen twee mensen de Christmas cracker die op de gedekte tafel ligt gelijktijdig; de inhoud is dan bestemd voor degene die het buisje in handen heeft wanneer een van de uiteinden losgerukt is.
Ook wordt een bezoek aan de kerk gebracht. Volgens een onderzoek dat in december 2005 werd gepubliceerd in de Daily Telegraph, is meer dan 4 op de 10 Britten van plan om in 2005 naar de kerk te gaan met kerst. In vergelijking met de jaren daarvoor zou dit een recordaantal betekenen. Uit het onderzoek volgde ook dat van de volwassenen die zich niet tot het christendom rekenen, toch 22 procent van plan was om naar de kerk te gaan.
Tweede kerstdag wordt door de Engelsen Boxing Day genoemd.
In het Verenigd Koninkrijk en de landen van het Britse Gemenebest die de koningin van Groot-Brittannië als staatshoofd hebben wordt een kersttoespraak (Christmas Day message) gevolgd. Koning George V was in 1932 de eerste om een kersttoespraak te houden, gebruik makend van het nieuwe medium radio.
In het Verenigd Koninkrijk worden chocolademunten gebruikt om de kerstboom te versieren en om de kousen van kinderen te vullen. Wanneer kinderen een vriend of familielid bezoeken, mogen ze gevonden chocolade uit de boom meenemen als traktatie. Een variant hiervan is, dat chocolade munten ergens verborgen worden in het huis om door kinderen gevonden te worden, vaak in de vorm van een speurtocht. Een ander typisch zoet kerstgerecht is de mincepie, ook wel christmaspie genoemd.
De traditie van wassailing (ook gespeld als wasselling) valt in twee verschillende categorieën: de huisbezoekende wassail en de boomgaardbezoekende wassail. De huisbezoekende wassail is de praktijk waarbij mensen van deur tot deur gaan, zingen en een drankje uit de wassailkom aanbieden in ruil voor geschenken. Deze praktijk bestaat nog steeds, maar is grotendeels verdrongen door het zingen van kerstliederen. De boomgaardbezoekende wassail verwijst naar de oude gewoonte om boomgaarden in ciderproducerende regio's van Engeland te bezoeken, bezweringen op te zeggen en tegen de bomen te zingen om een goede oogst voor het komende jaar te bevorderen. Het doel van wassailing is om de ciderappelbomen wakker te maken en boze geesten te verjagen om een goede oogst van fruit in de herfst te verzekeren. Opmerkelijke traditionele wassailingliederen zijn onder meer "Here We Come a-Wassailing", "Gloucestershire Wassail" en "Gower Wassail".
Bij Queens College, Oxford, wordt jaarlijks de Boar's Head Gaudy met Boar's Head-diner georganiseerd, in Notting Hill en Ealing High School wordt een kop van papier-maché gebruikt. In Scandinavië en Engeland heeft Sint Stefanus mogelijk een deel van Freyrs erfenis geërfd. De feestdag van Sint Stefanus is 26 december en zo ging hij een rol spelen in de kerstvieringen die eerder met Freyr (of Ingwi voor de Angelsaksen) werden geassocieerd. Jacob Grimm merkte op dat het serveren van een everzwijnkop bij banketten ook een herinnering kan zijn aan de sonargöltr , het everzwijn dat werd geofferd als onderdeel van de viering van Yule in het Germaanse heidendom.
Verhalen over Jack Frost kunnen afkomstig zijn van Angelsaksische en Noorse wintergebruiken. De vroegste verwijzing naar Jack Frost in de literatuur is te vinden in het boek 'Round About Our Coal Fire, or Christmas Entertainments', gepubliceerd in 1732. Het Finse equivalent Pakkasukko heeft een heel hoofdstuk naar hem vernoemd in Kalevala, het Finse nationale epos samengesteld uit hun oude mondelinge traditie. In de Zweedse folklore is het equivalent Kung Bore (Koning Bore); de naam is afkomstig van de Zweedse 17e-eeuwse schrijver Olaus Rudbeck. Vanaf het einde van de 19e eeuw worden Jack Frosts karakters steeds verder uitgewerkt. Ze worden afgeschilderd als een elfachtig personage, dat soms verschijnt als een sinistere onruststoker of juist als een held. Jack Frost wordt in veel liedjes genoemd – zoals het winterliedje "The Christmas Song" (ook bekend als "Chestnuts Roasting on an Open Fire") en in films. 
De dag van Sint-Stefanus in Wales staat bekend als Gŵyl San Steffan en wordt elk jaar op 26 december gevierd. Een oud Welsh gebruik, dat in de 19e eeuw werd afgeschaft, omvatte het laten bloeden van vee en het uitvoeren van 'holming' door met hulsttakken op laatkomers en vrouwelijke bedienden te slaan. De ceremonie zou geluk hebben gebracht. 

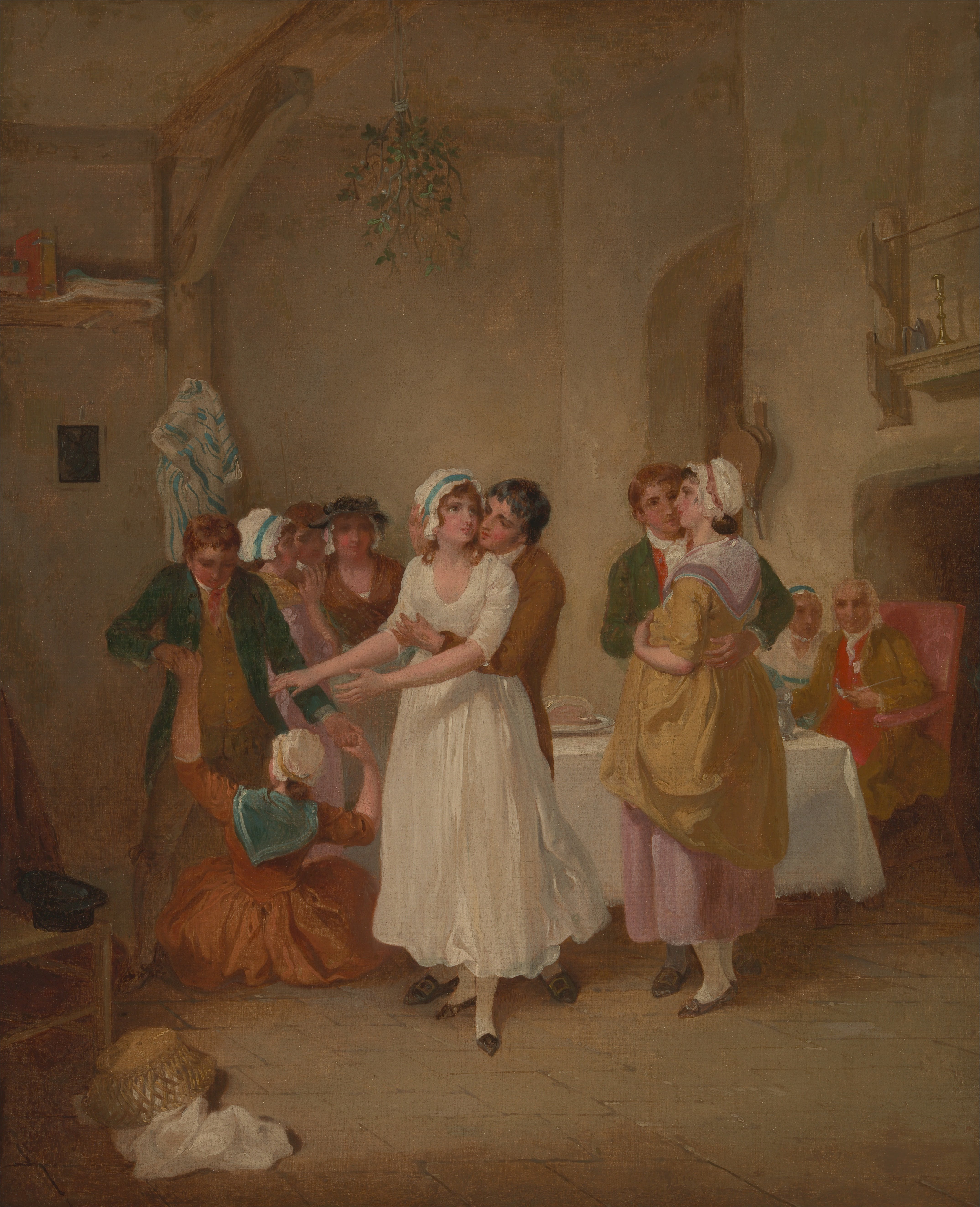
Er hangt mistletoe (maretak) aan het plafond op het schilderij The Mistletoe Bough, Yale Center for British Art (onderdeel van Yale-universiteit), ca. 1790]]
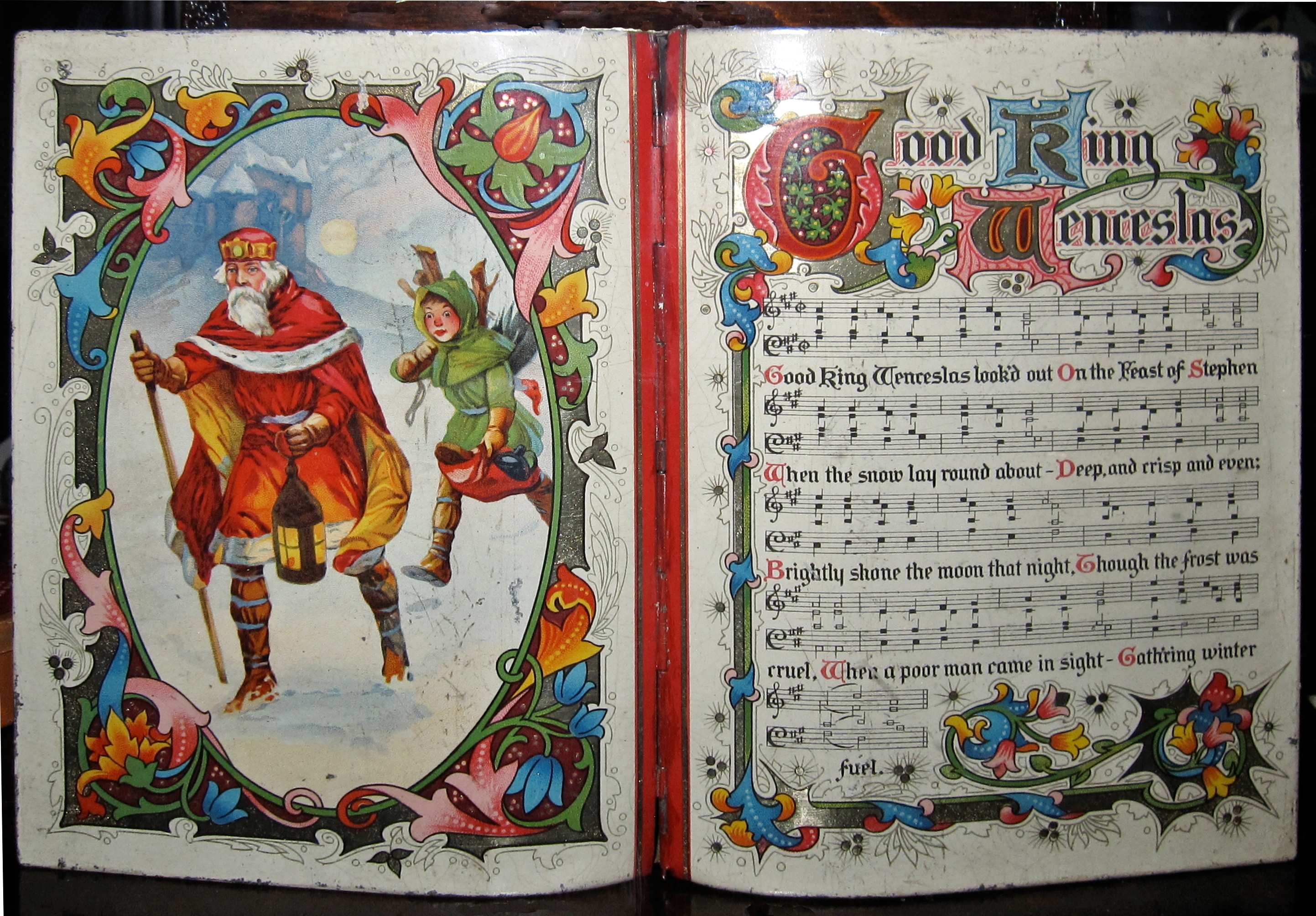
Good King Wenceslas is een kerstlied uit Engeland
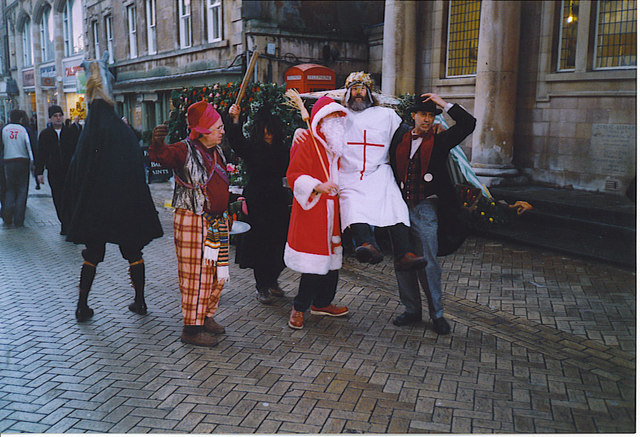
Mummers play in Stamford met the hobby-horse (the Doctor's horse – "he who ain't been yet"), de Turkse ridder, Beëlzebub, Father Christmas, St. George en the Doctor, 2003
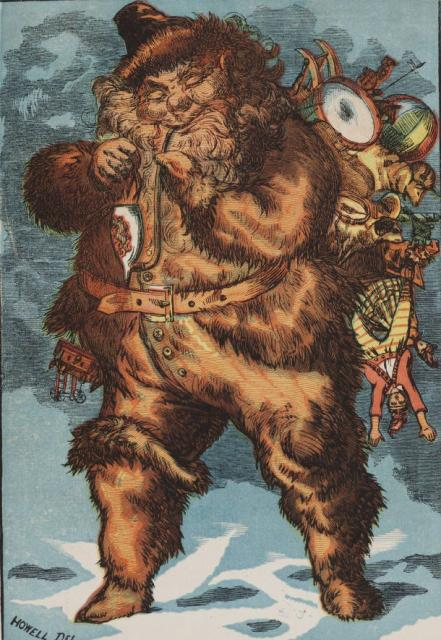
Santa and his pipe, 1850
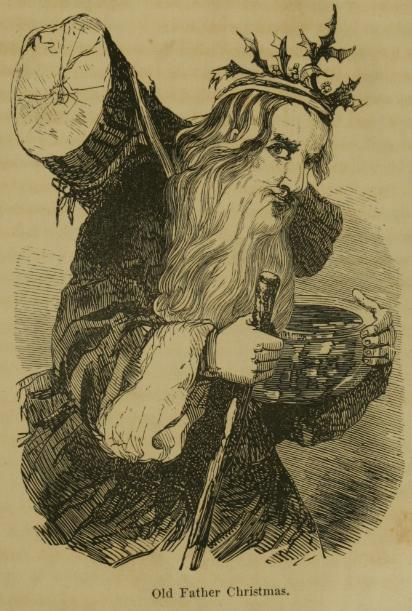
Old Father Christmas, 1855
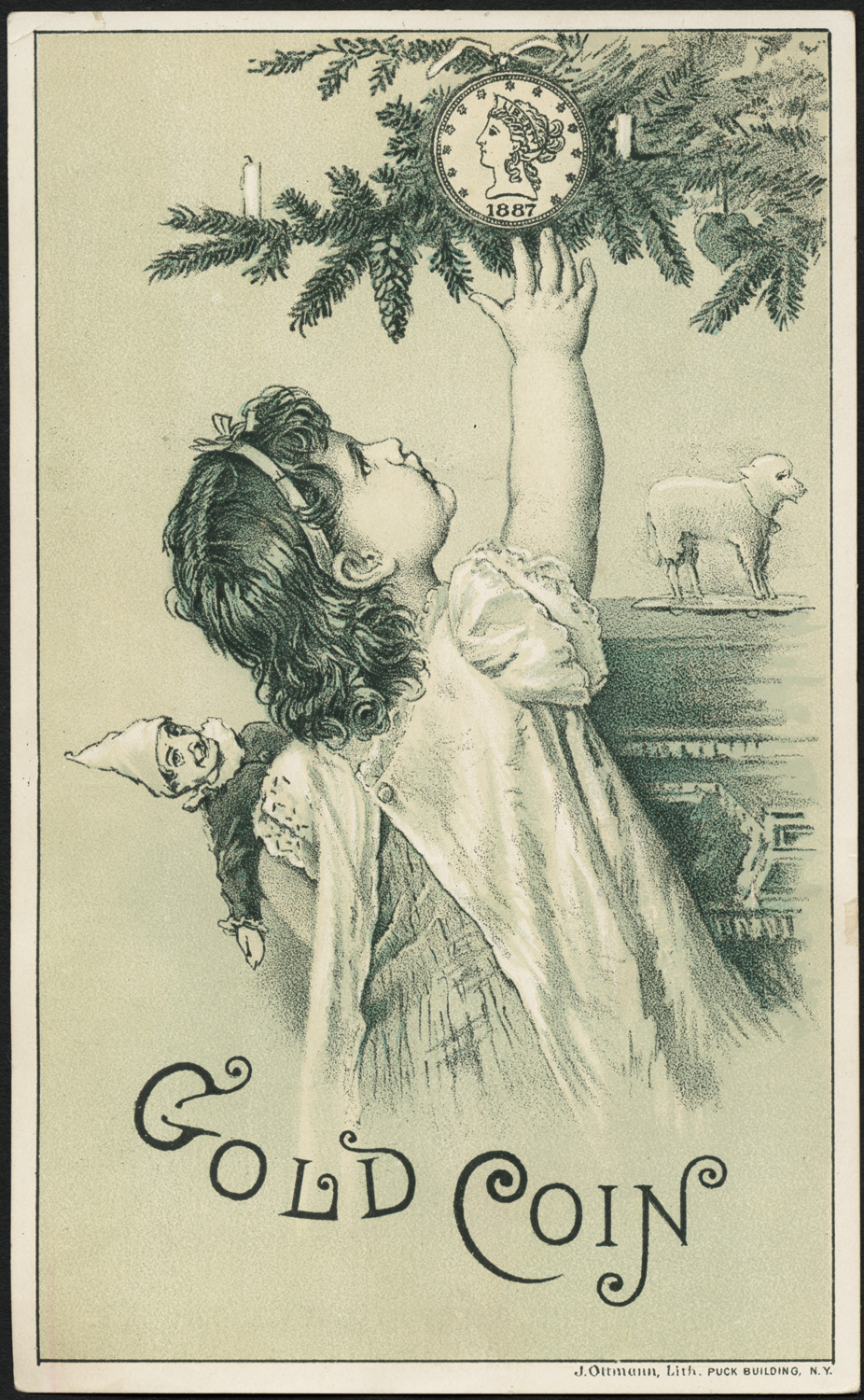
Een meisje grijpt naar de chocolademunt in de kerstboom
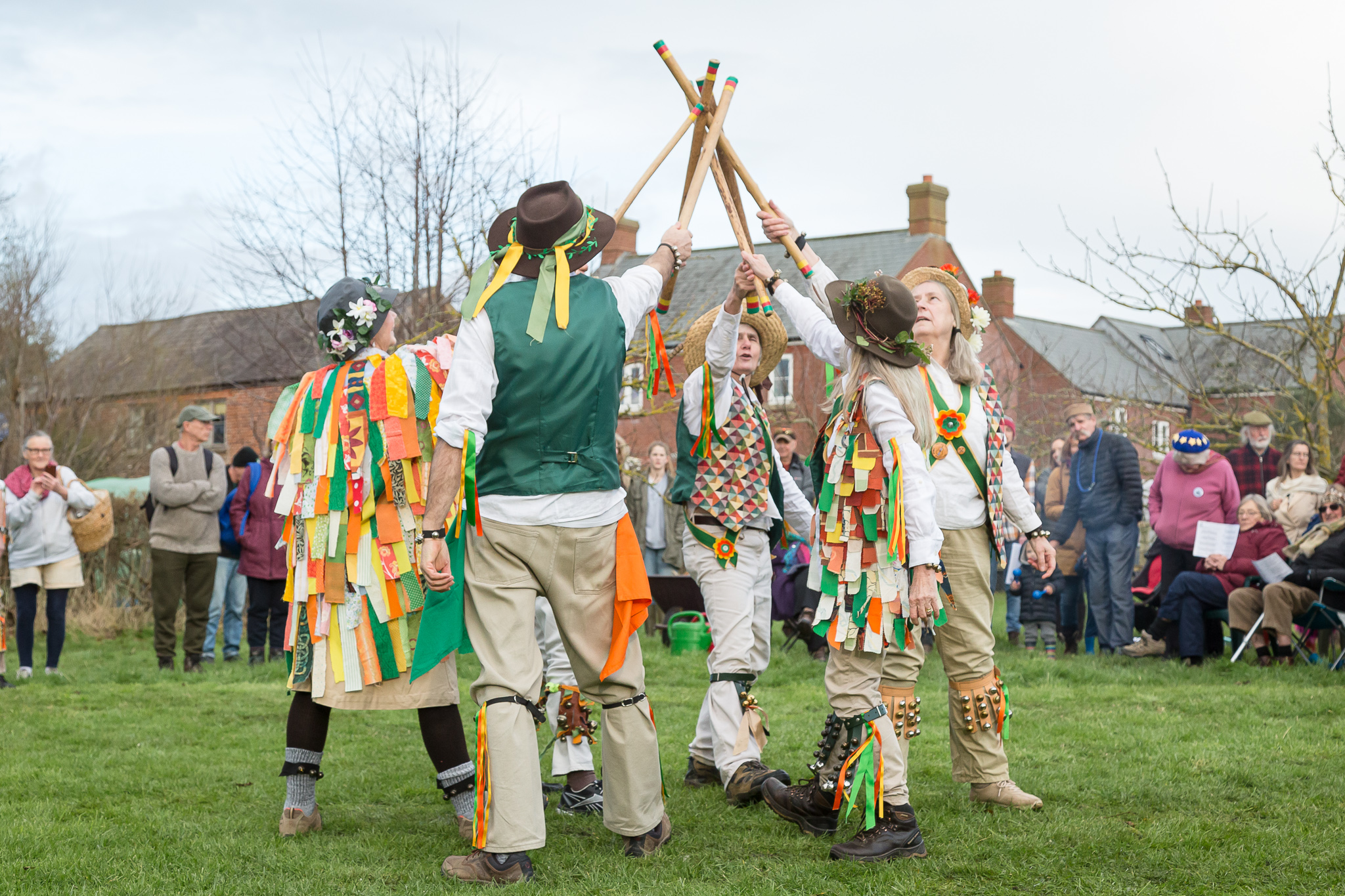
De boomgaardbezoekende wassail
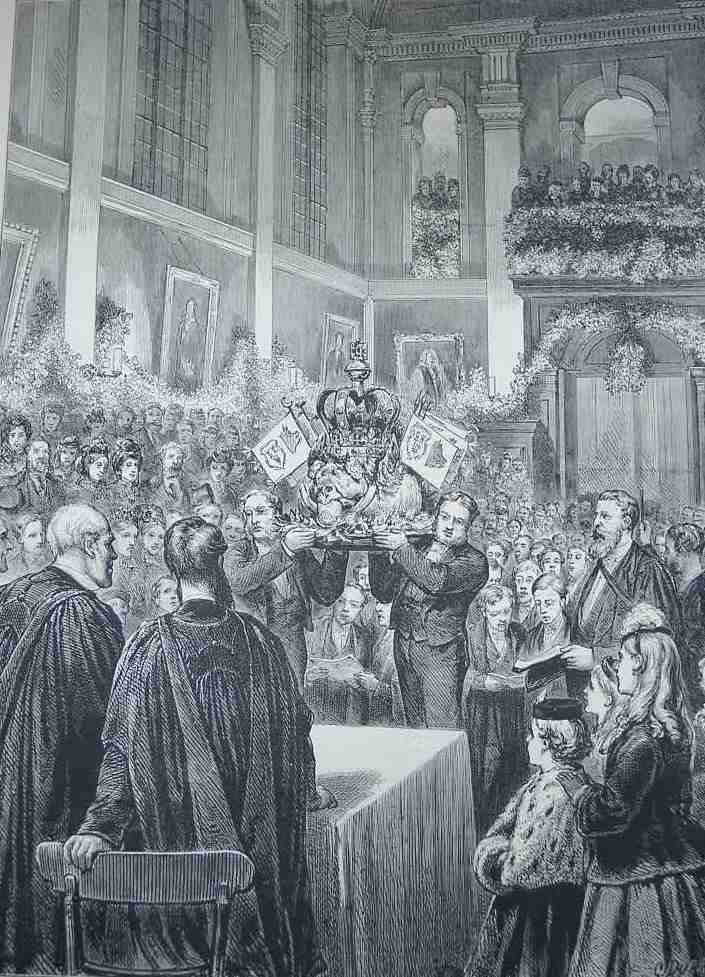
Het serveren van de Boar's Head op Queen's College, Oxford, op eerste kerstdag 1873
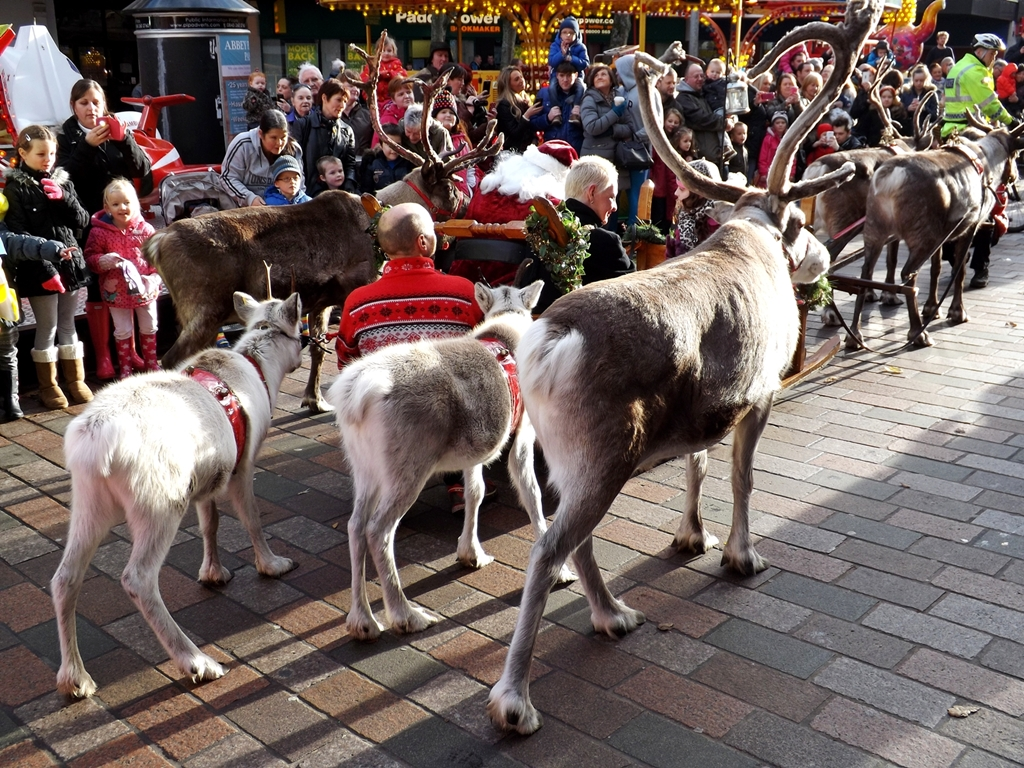
Kerstparade in Paisley
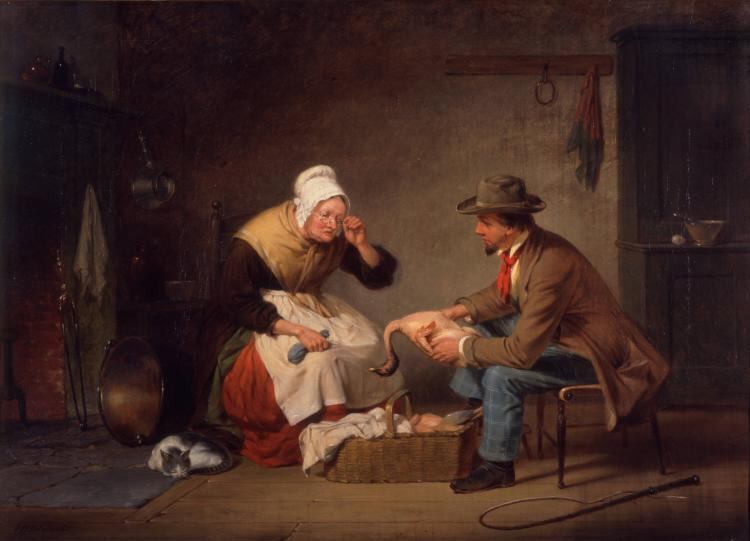
Bargaining (The Christmas Turkey), Francis William Edmonds, ca. 1858, New York Historical
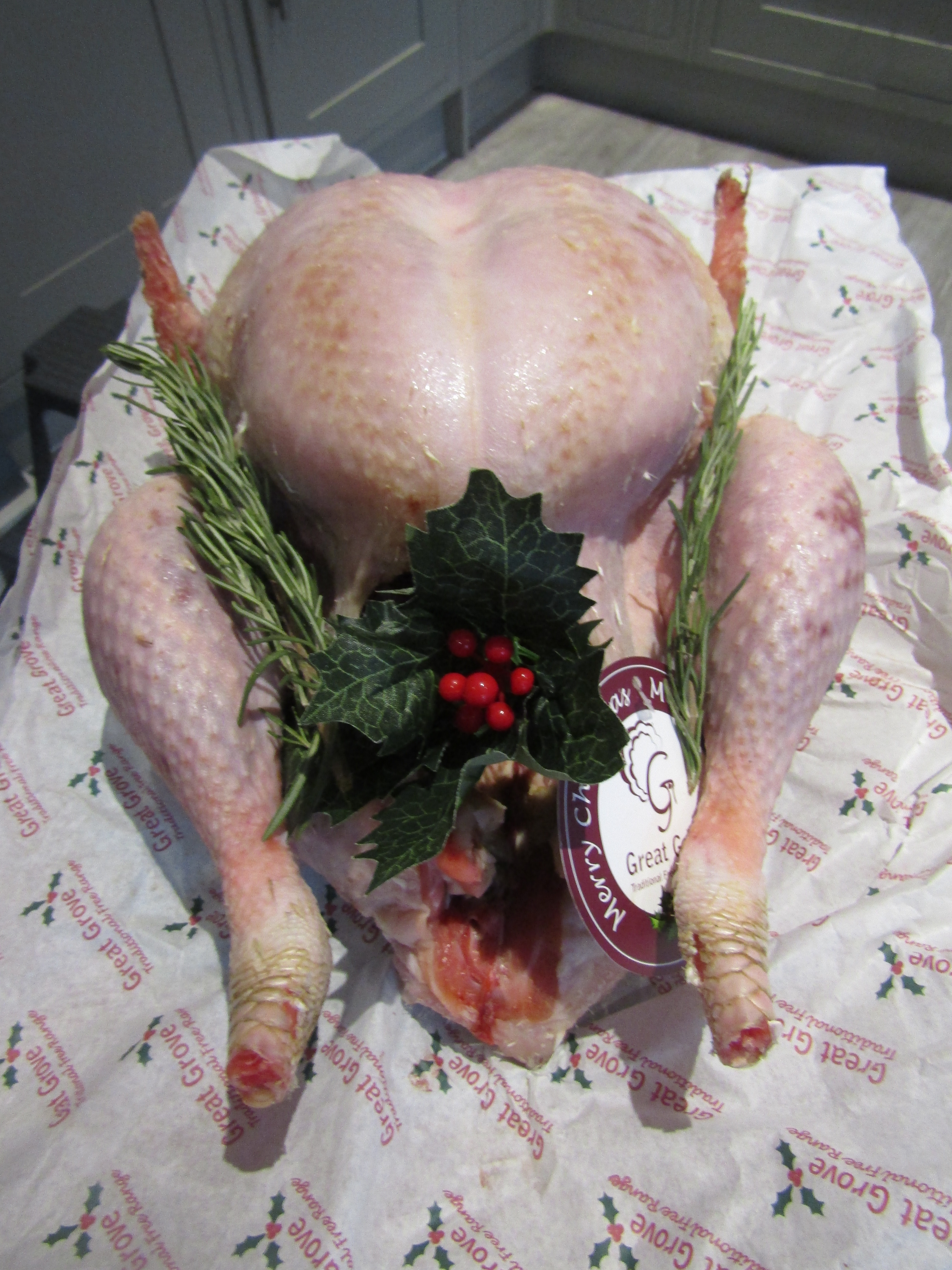
Christmas Turkey, Norfolk
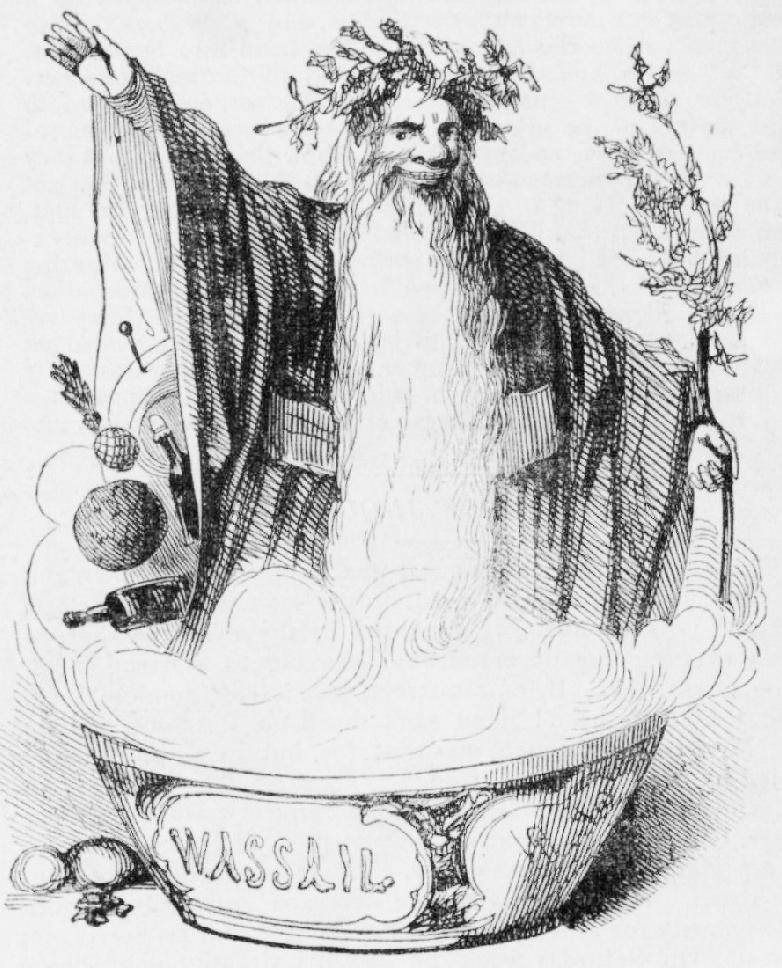
Illustratie bij 'The Song of the Wassail Bowl', 	24 december 1842
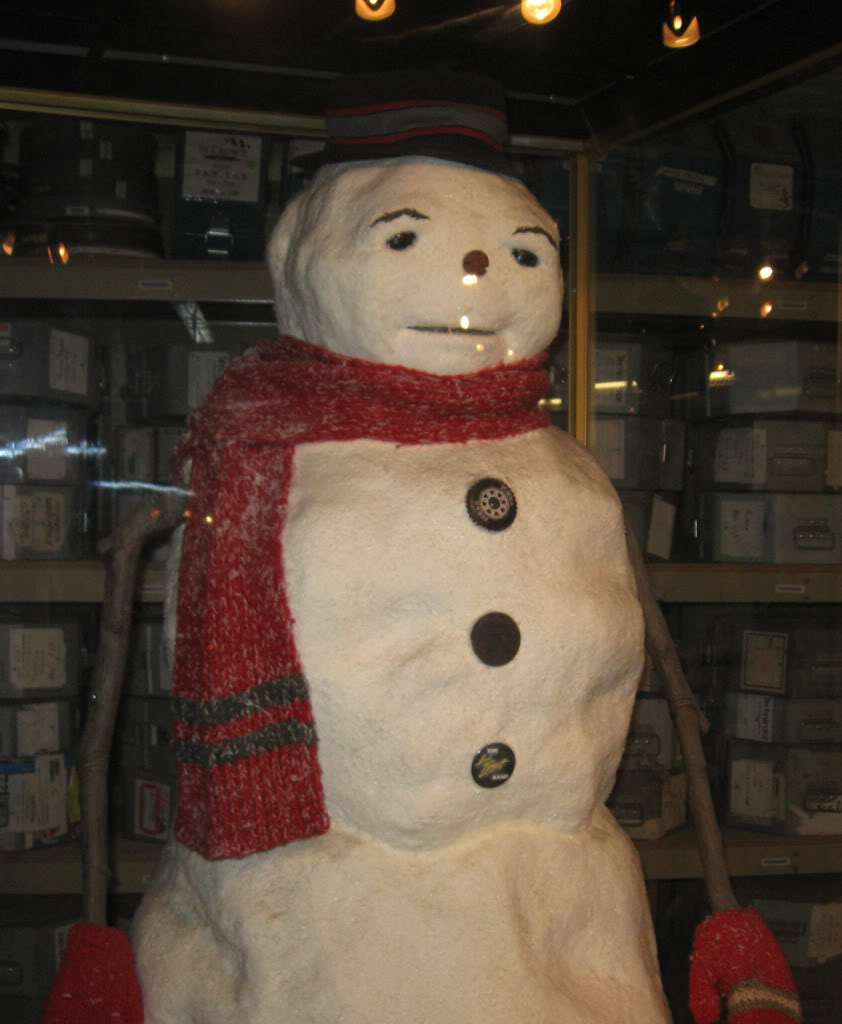
Jack Frost
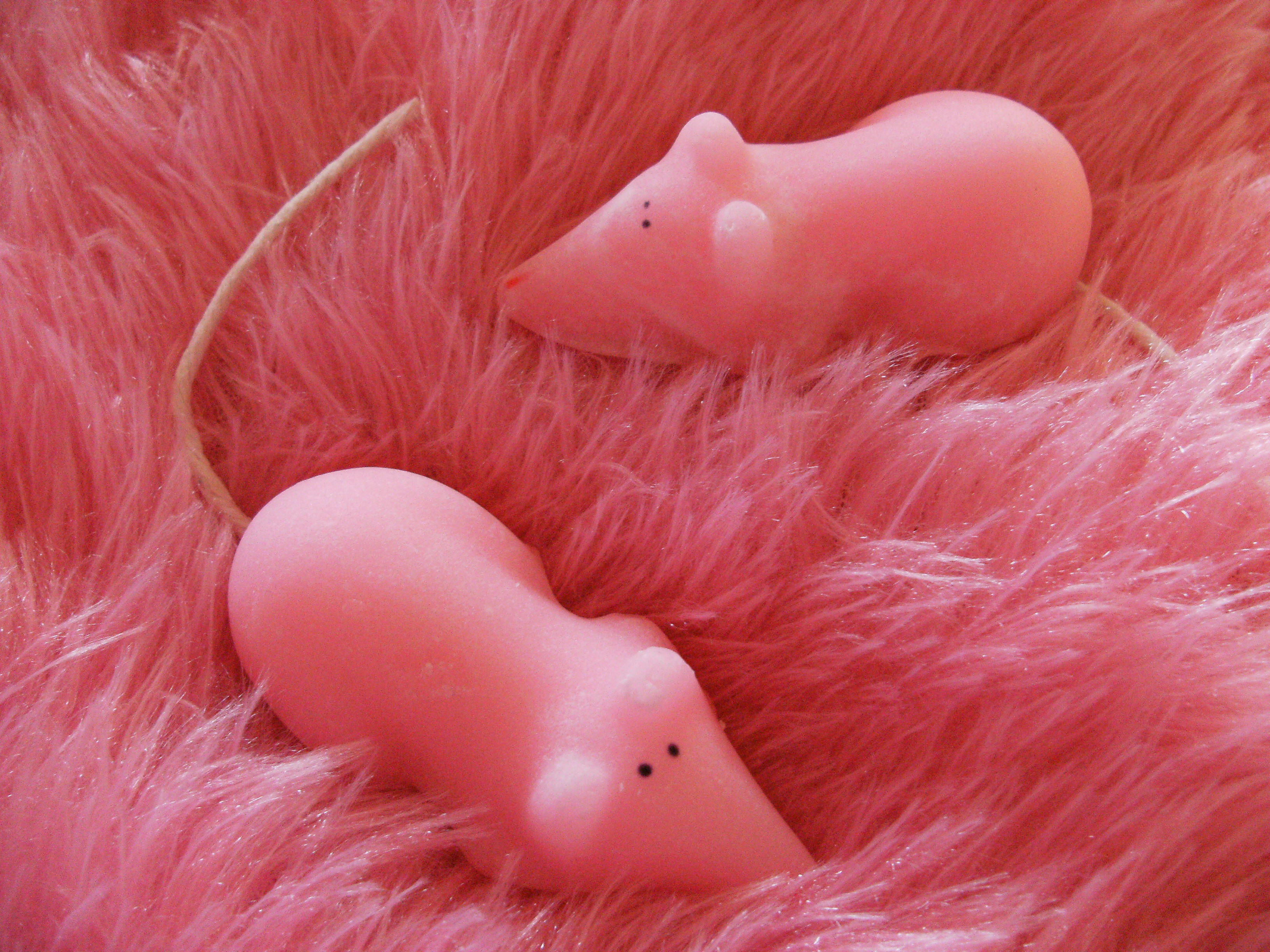
Suikermuizen zijn een traditioneel snoepgoed dat populair is in het Verenigd Koninkrijk, vooral tijdens de kerstperiode. Ze bestaan traditioneel uit een gekookte fondant gevormd uit suiker en water.

## Estland

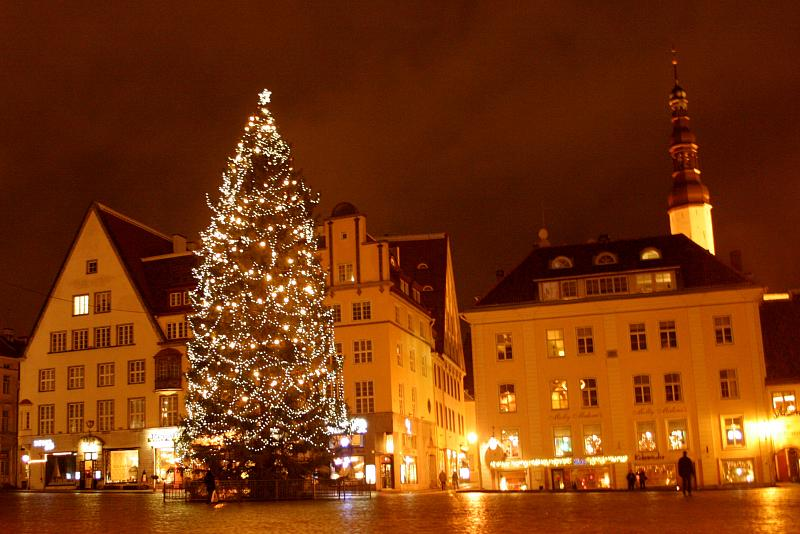
Een kerstboom op Raekoja plats in Tallinn
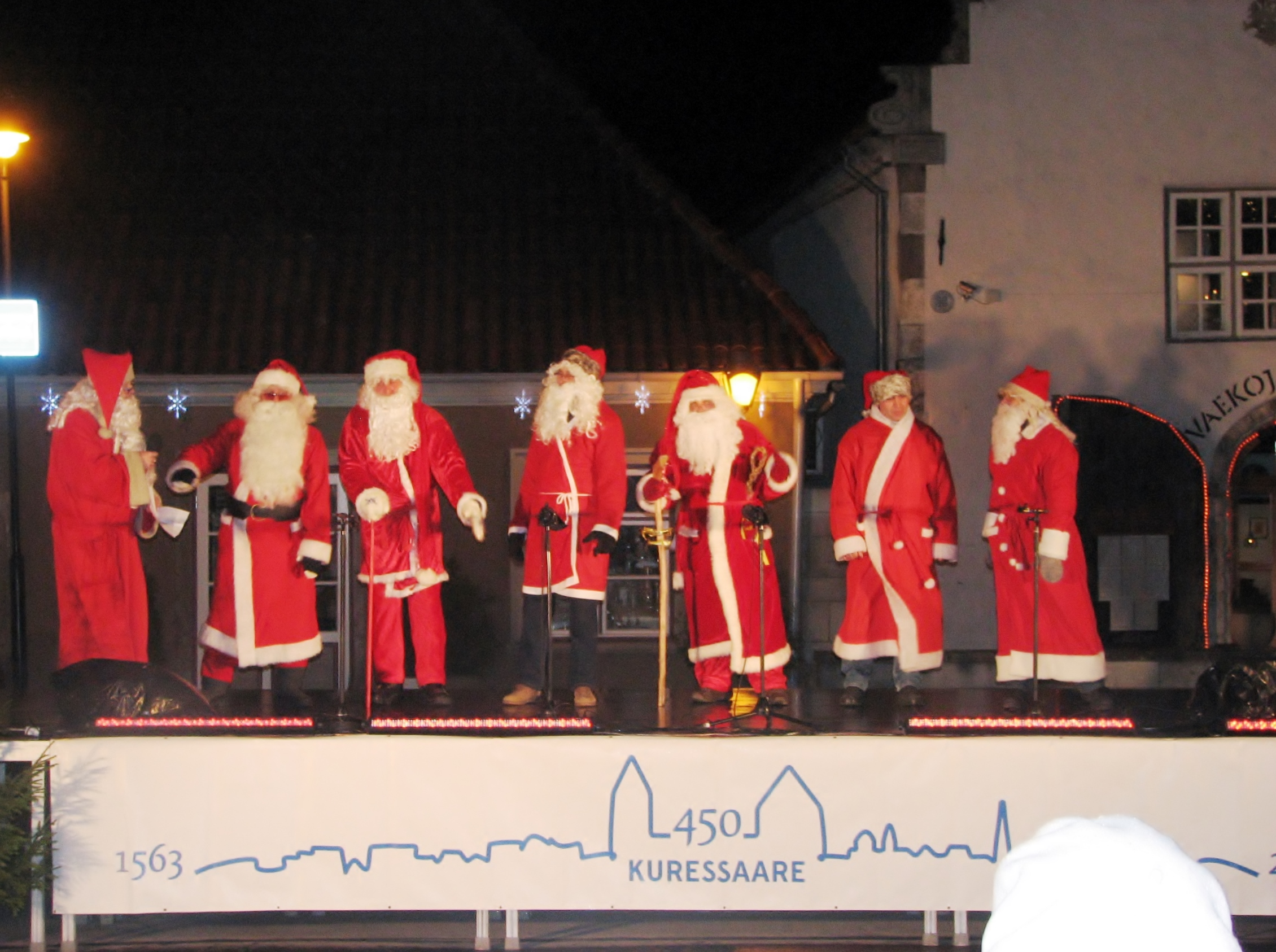
Conferentie van Kerstmannen
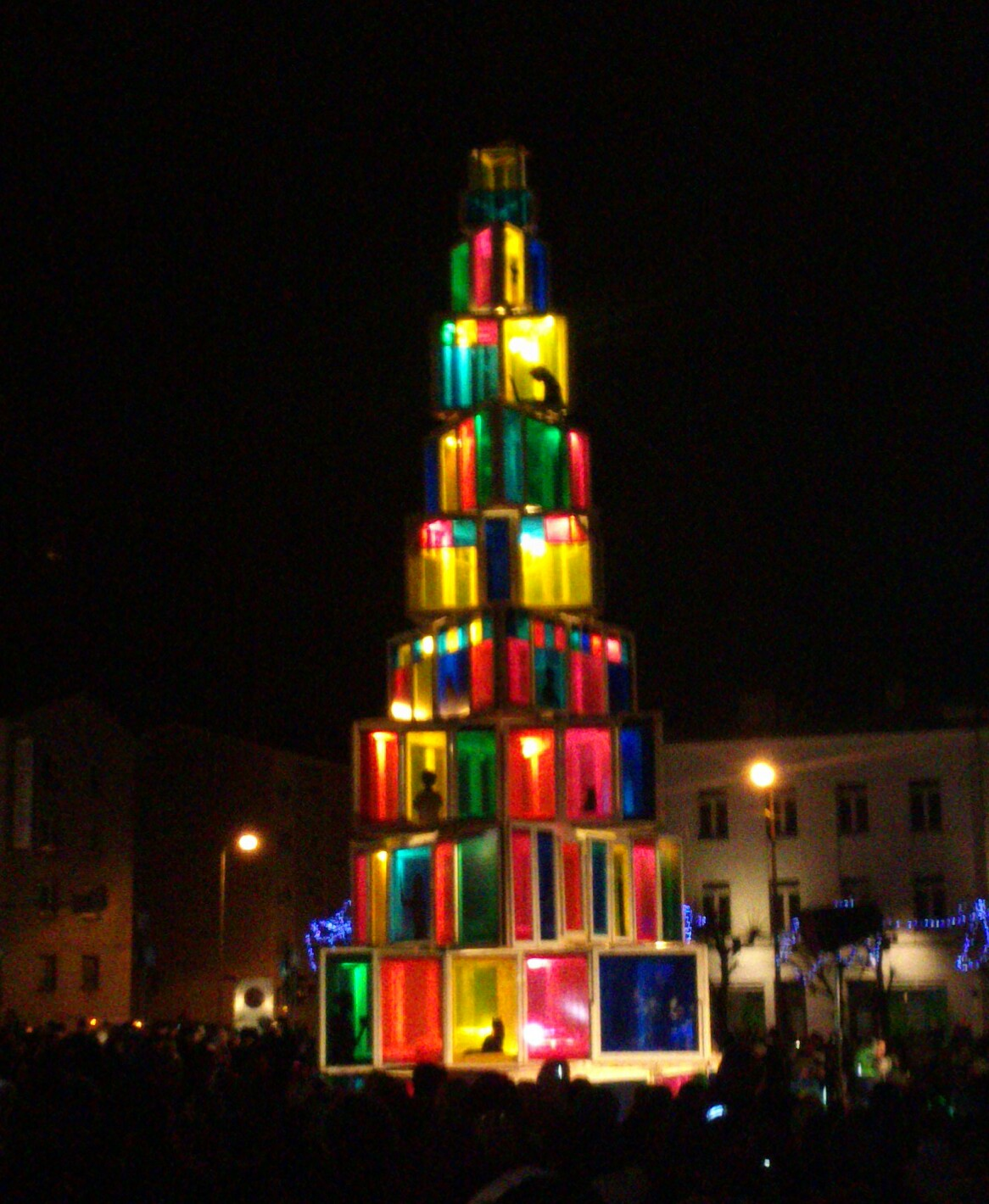
Kerstboom in Rakvere
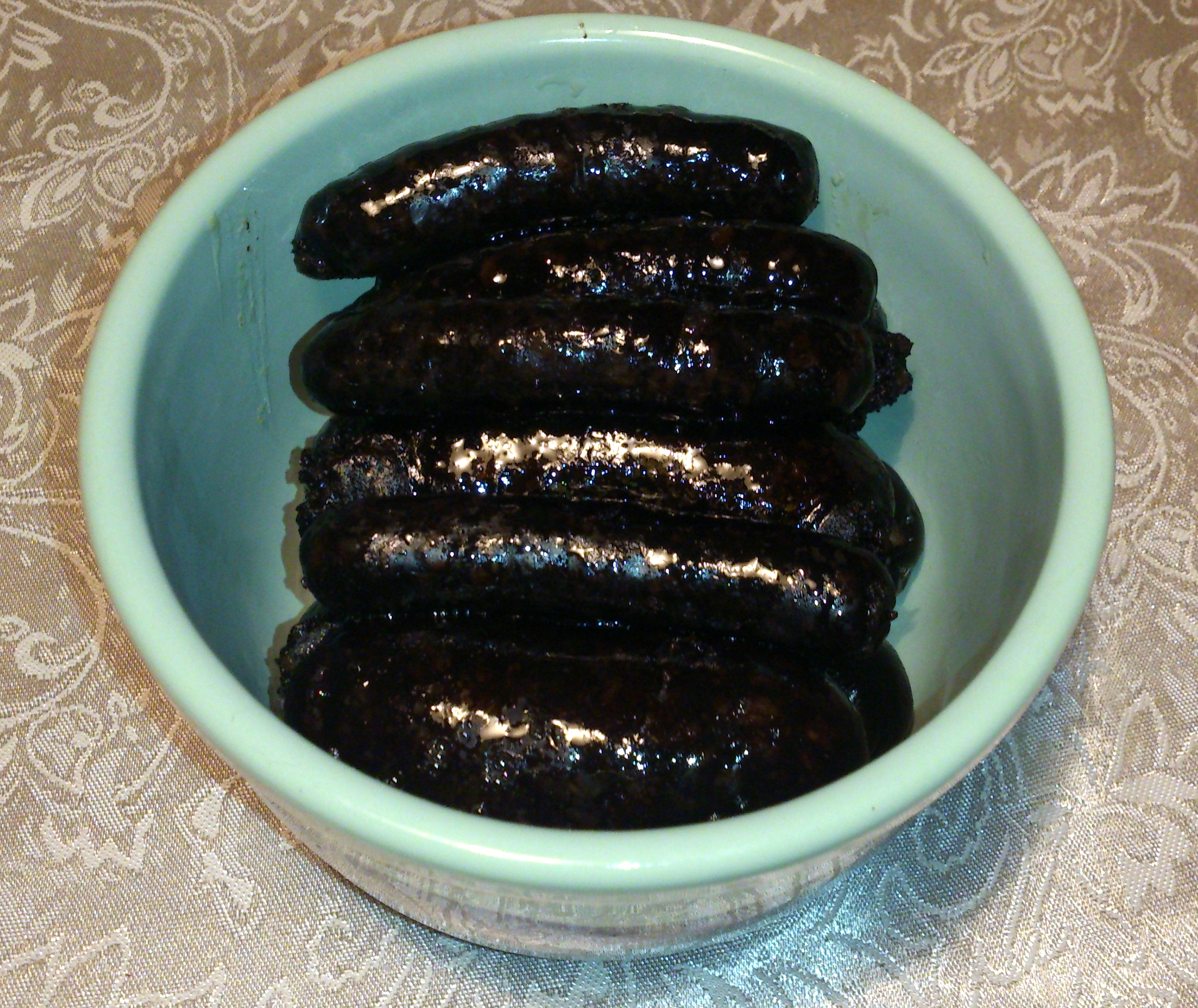
Bloedworsten
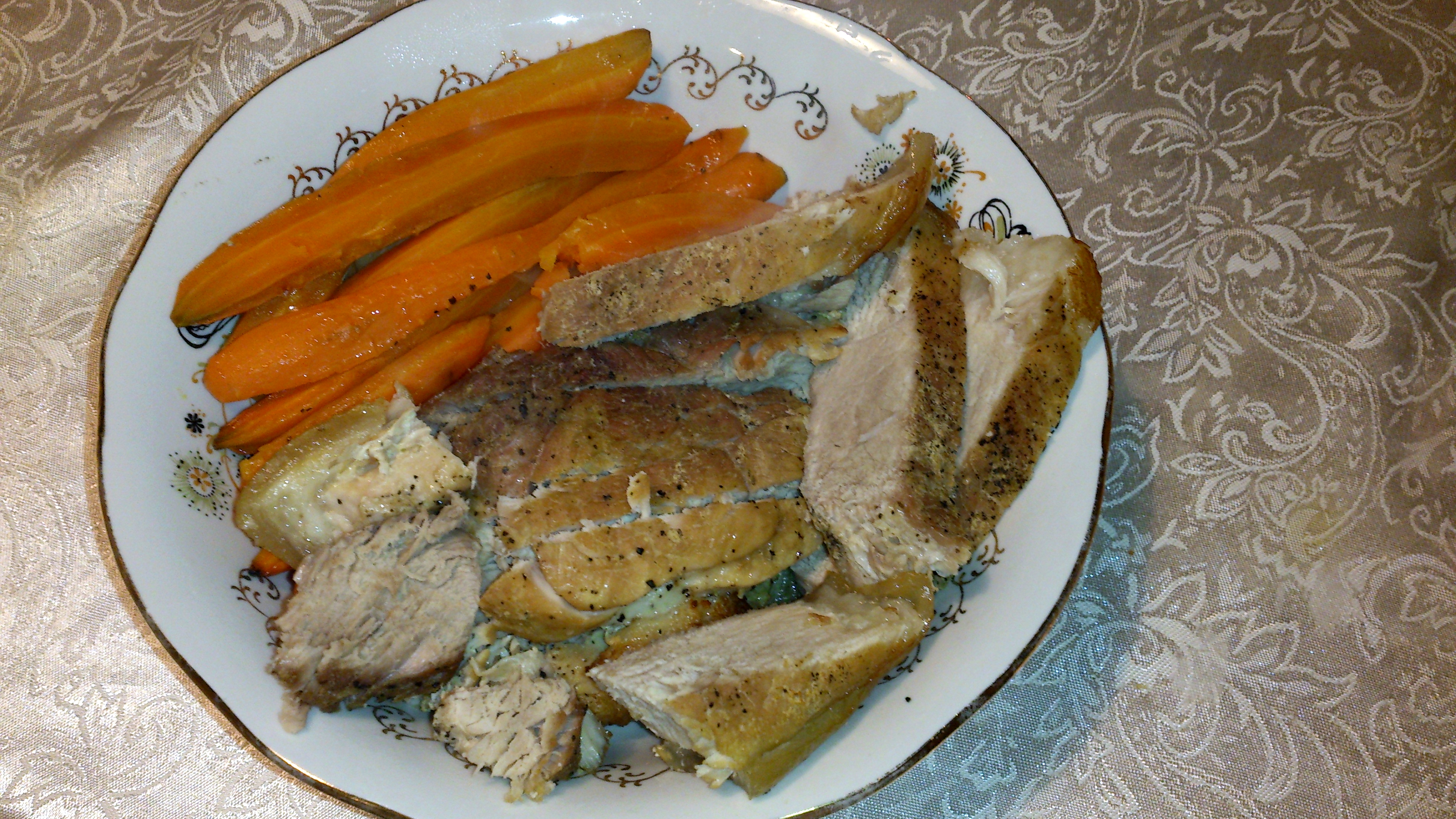
Gebraden varkensvlees met gebakken wortelen
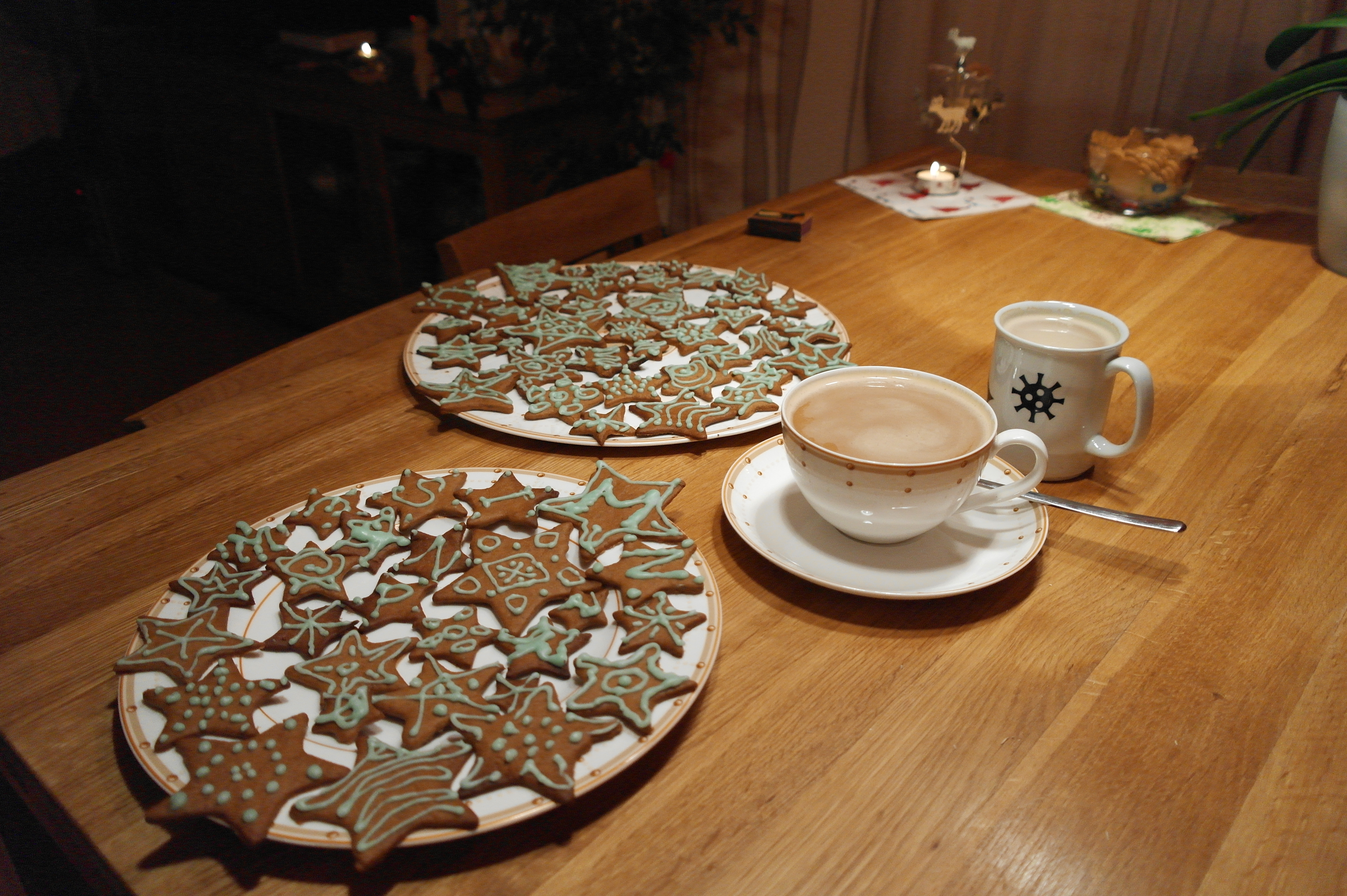
Gemberkoekjes tijdens advent
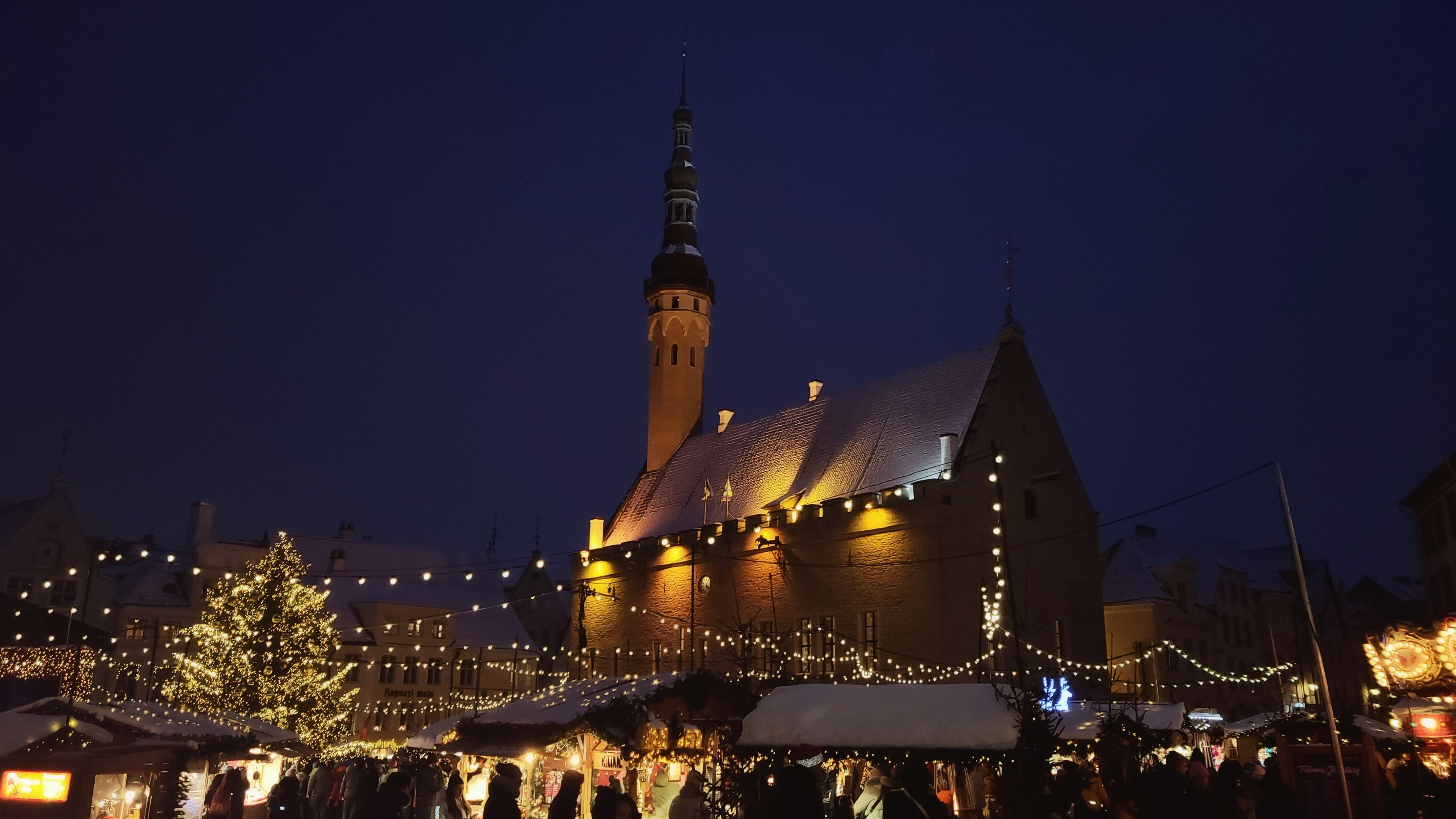
Kerstmarkt in Talinn

## Ethiopië

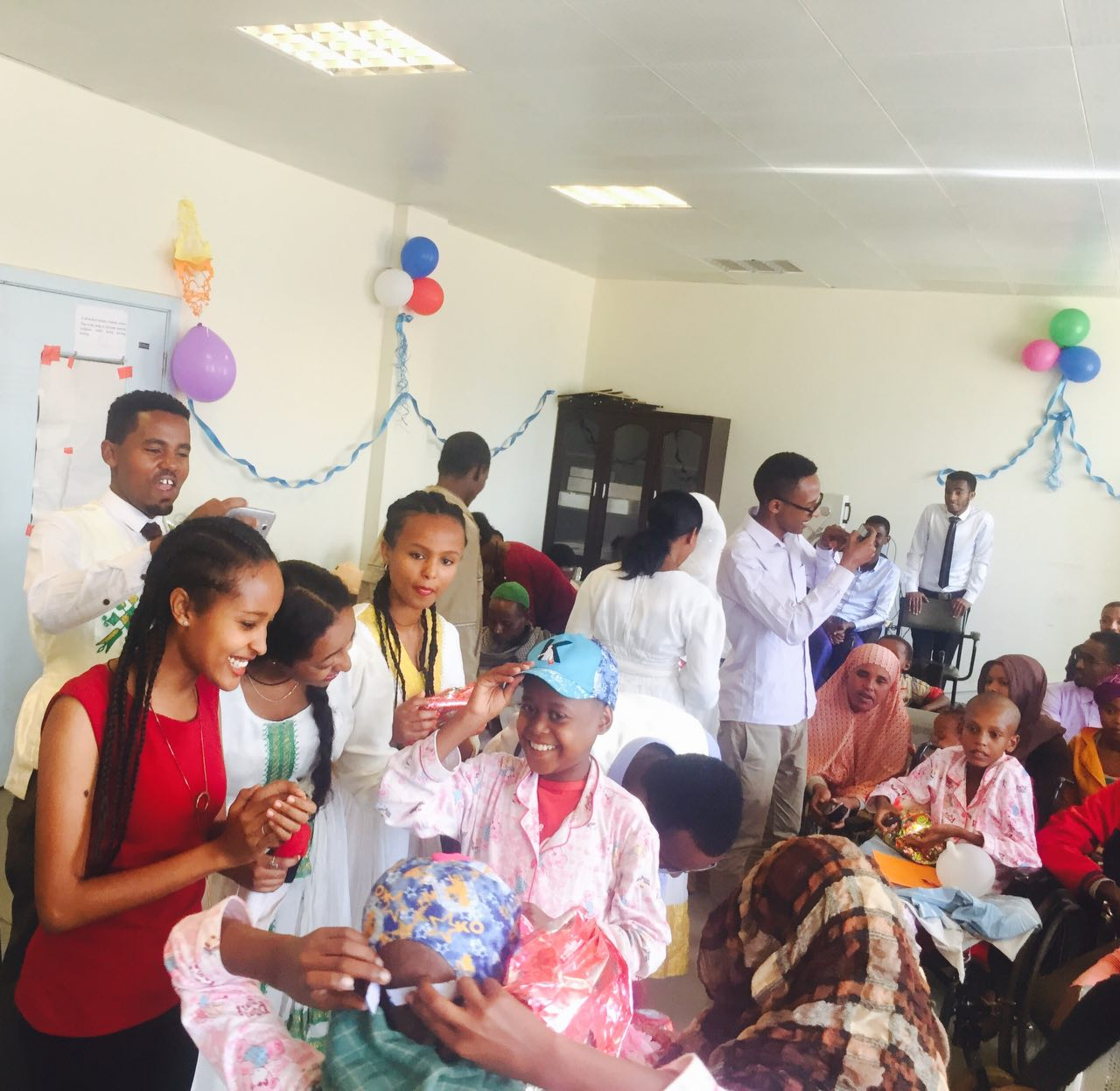
Kerst in een medisch centrum in Jimma
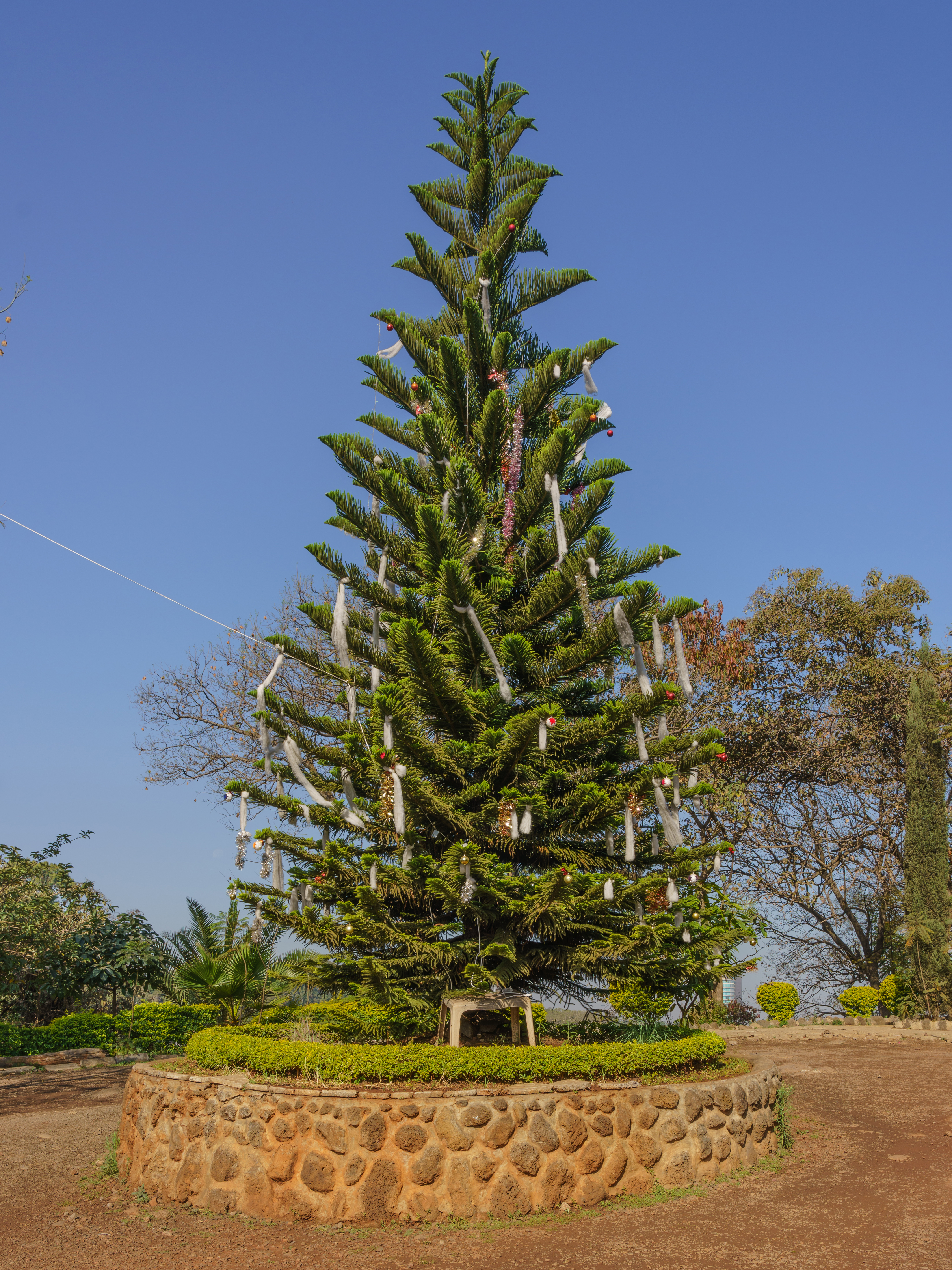
Kerstboom in Bahir Dar

## Faeröer

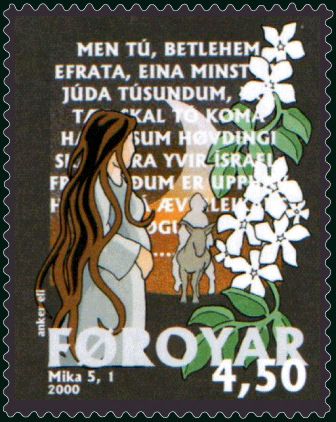
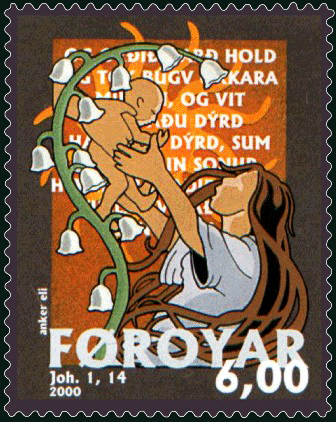

## Fiji

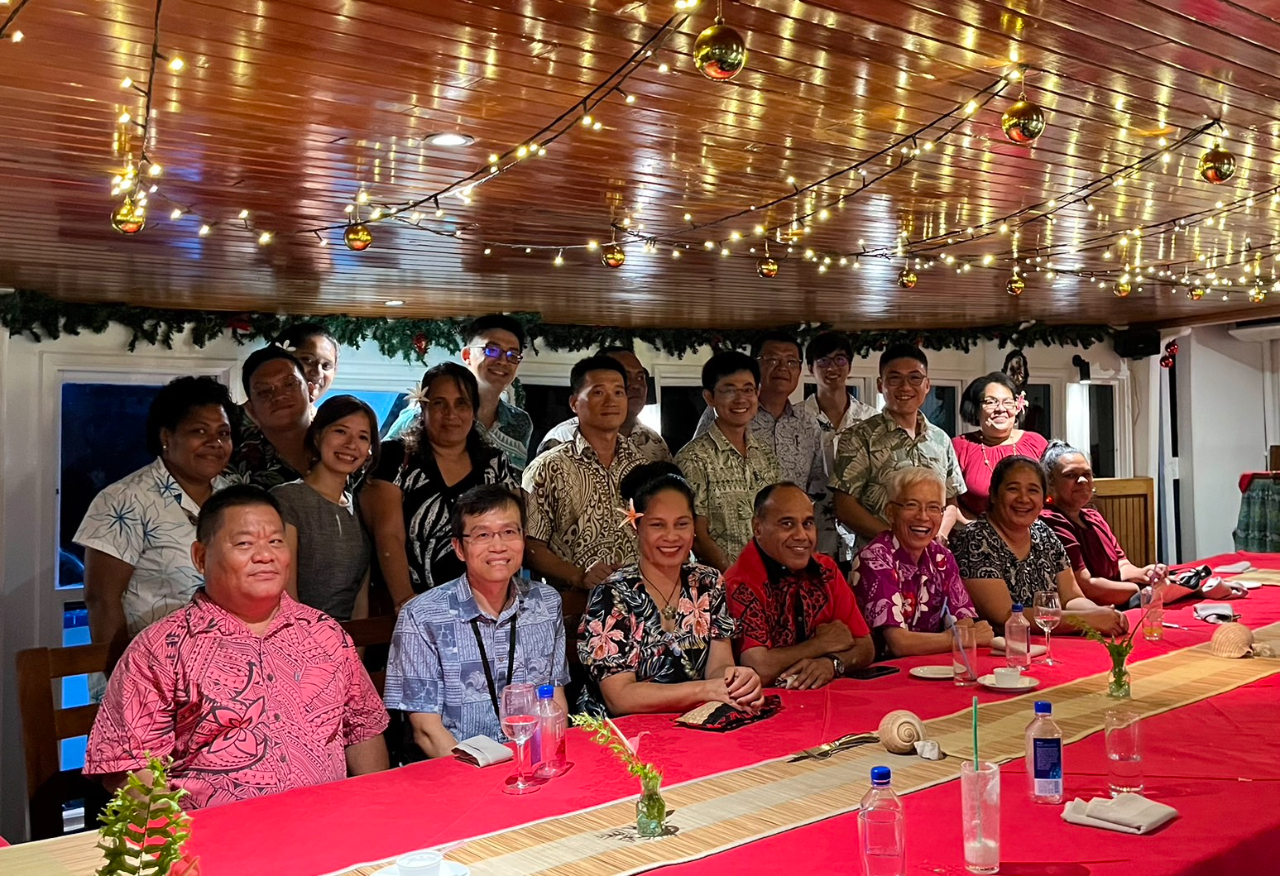
Kerstdiner op Fiji

## Filipijnen

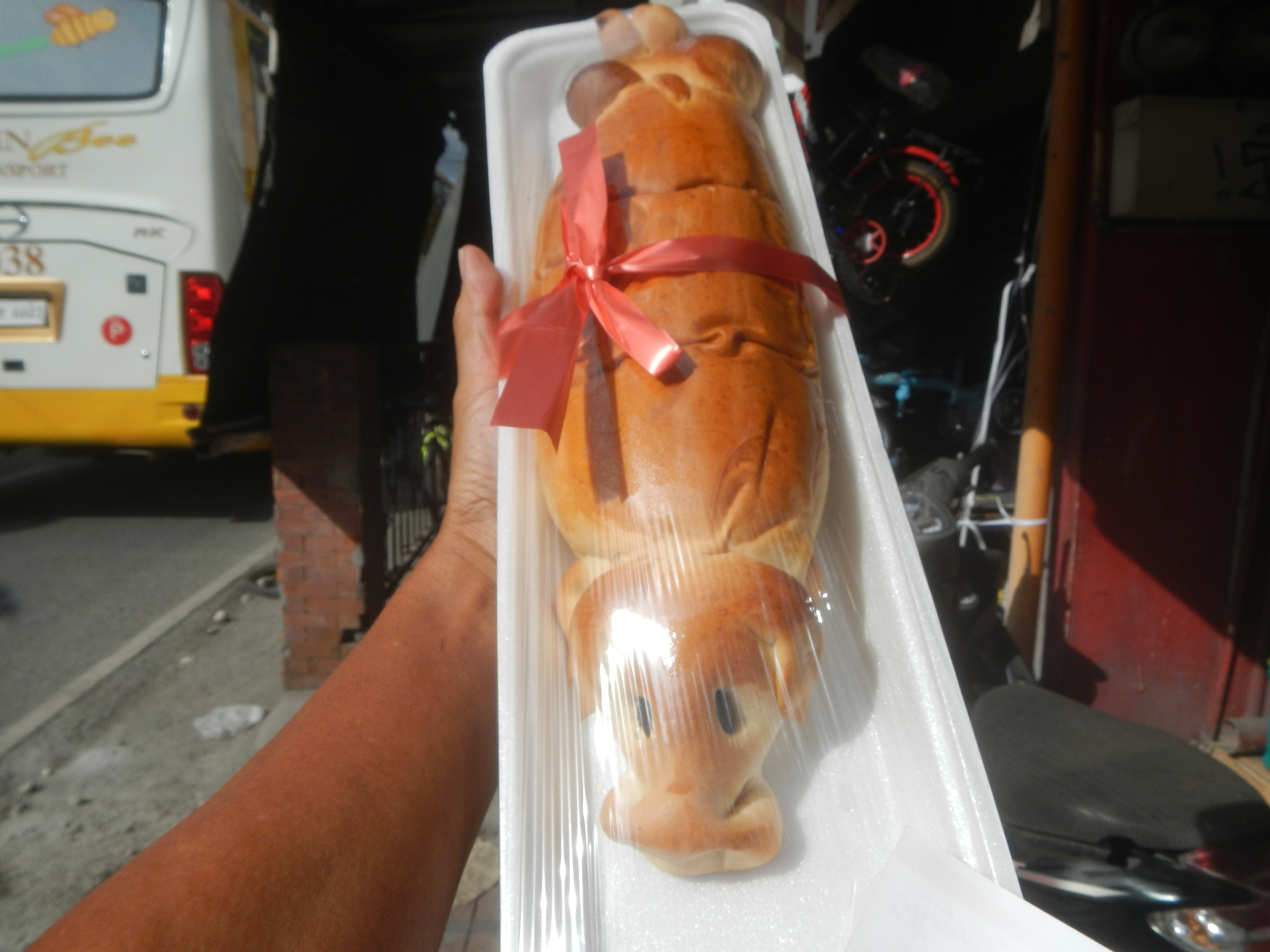
Een varken van brood in Bulacan, 26 december

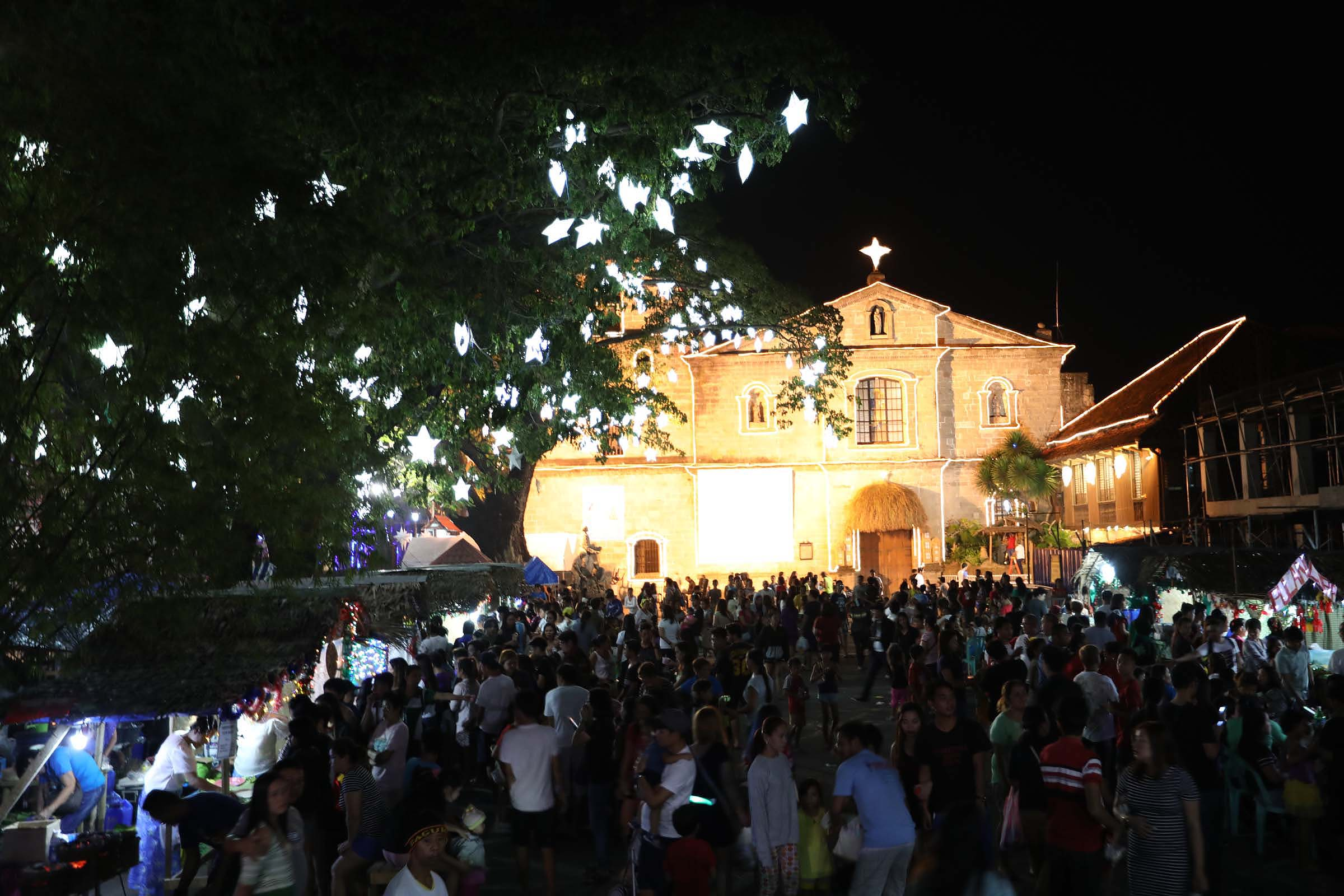
Gelovigen komen bijeen voor de "Simbang Gabi"; deze zonsopgangsmis is een religieuze traditie die negen opeenvolgende ochtenden wordt gehouden van 16 december tot 24 december

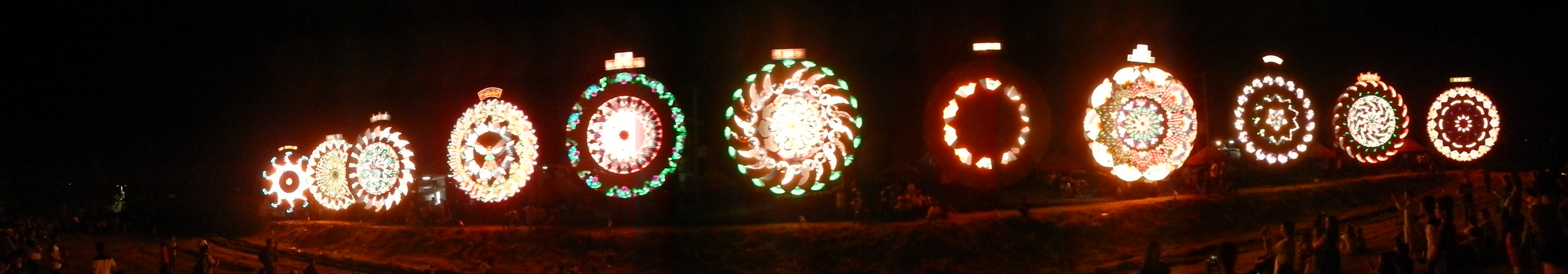
Ligligan Parul; het gigantische lantaarnfestival

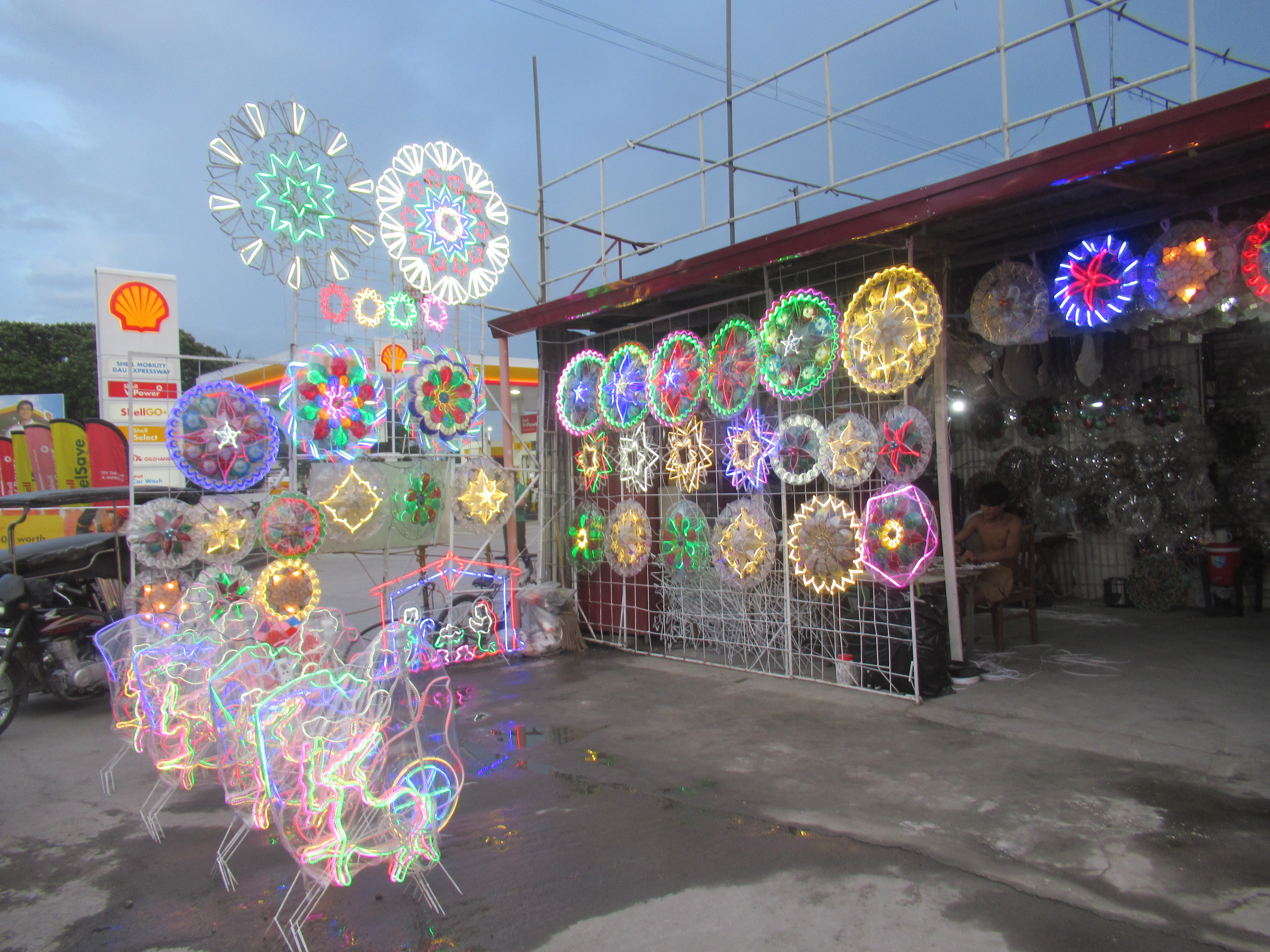
Parols

De Filippijnen hebben het langste kerstseizoen ter wereld, waarbij de voorbereidingen en vieringen al in september beginnen.
In de Filipijnen, een katholiek land bij uitstek, wordt kerst ingeluid door de zogenaamde Misas de Aguinaldo. Negen dagen lang, beginnend op 16 december, wordt bij het aanbreken van de dag een mis gevierd. In het Filipijns staan deze missen bekend als Simbang Gabi. Op kerstavond wordt traditioneel het kerstfeest gevierd, waarbij na de middernachtmis die bekend staat als Misa de Gallo (ook wel Misa de Aguinaldo, de "Geschenkmis" genoemd) de familieleden gezamenlijk eten (het kerstdiner is bekend als noche buena of nochebuena).
Veel voorkomende traditionele gerechten die als hoofdgerecht worden geserveerd zijn onder meer: lechon, verschillende soorten pancit (noedels), Filippijnse spaghetti, hamonado, ham, queso de bola (balletjeskaas), morcón, worst, kipgalantina, amandeligas (gehaktballetjes), paelya (Valenciaanse rijst, Bringhe , enz. .), loempia, mechado, caldereta, callos, kippenpastei, Releenong Bangús (gevulde melkvis), gestoofde tong, marinade en verschillende soorten barbecuegerechten (inihaw). Bijna al deze gerechten worden gegeten met witte rijst. Desserts en bijgerechten zijn onder meer ube halaya, turon, leche flan, macaronisalade, kweepeer, fruitsalade, bukosalade, fruitcrème, ensaymada, champorado, mangofloat, fruitcake, geroosterde kastanjes en diverse andere kakanin (rijstwafels), puto bumbong, taarten, graan en biko. Populaire dranken zijn chocolademelk, maar ook koffie, frisdrank, wijn, bier, alcoholische dranken en vruchtensappen worden gedronken.
Bibingka is een inheems Filipijns gerecht dat vooral tijdens de kerstperiode wordt gegeten, dat meestal geassocieerd met Simbang Gabi. Bibingka wordt meestal verkocht door verkopers in de buurt van kerken waar Simbang Gabi of de negendaagse missen worden gehouden. Bibingka is een soort rijstwafel die meestal wordt gemaakt van galapong/rijstdeeg, kokosmelk, margarine, suiker, gezouten ei en kaas. Het wordt traditioneel gekookt op een houtskoolfornuis met bananenbladeren.
Duman wordt gemaakt van malagkitrijst (lakatan malutu) die uit de schil wordt geslagen en in een kleioven wordt geroosterd. Voor de rest van het land kan het gewoon groene rijst zijn of zelfs ongepofte pinipig. Maar het is een gewaardeerd seizoensvoedsel dat je kunt vinden tijdens de kerstperiode, na de rijstoogst in november. De jongere rijstkorrels die niet van de schil vallen, zijn groen gekleurd. Deze kafjes worden tegen een hard oppervlak geslagen totdat ze eraf vallen. Vervolgens worden ze in water geweekt, 30 minuten gekookt en vervolgens gestampt. Dit proces zorgt ervoor dat de zoete oliën en noten van de rijst vrijkomen.
Suman is een gewone rijst-cake gemaakt met kleefrijst en kokosmelk gewikkeld in bananenbladeren. Het is een populaire delicatesse op de Filippijnen. Meestal gegeten met suiker of latik (vaste vorm van kokosroom en suiker), het wordt het voornamelijk geserveerd bij evenementen zoals Allerzielen, Nieuwjaar en Kerstmis.
Liligan Parul is een jaarlijks festival dat half december wordt gehouden in de stad San Fernando. Het festival omvat een wedstrijd van gigantische parollantaarns. Vanwege de populariteit van het festival wordt de stad ook wel de "Kersthoofdstad van de Filippijnen" genoemd. De parol is een traditioneel onderdeel van de Panunulúyan-optocht in de negen dagen durende kerstnoveneprocessie tijdens de Spaanse koloniale periode van de Filipijnen. Het was aanvankelijk rechthoekig of langwerpig van vorm en werd gemaakt van wit papier, maar werd uiteindelijk in verschillende vormen en kleuren gemaakt. Het werd gestandaardiseerd tot een vijfpuntige ster (die de ster van Bethlehem symboliseert) tijdens de Amerikaanse koloniale periode. De parol een iconisch symbool van het Filipijnse Kerstmis.

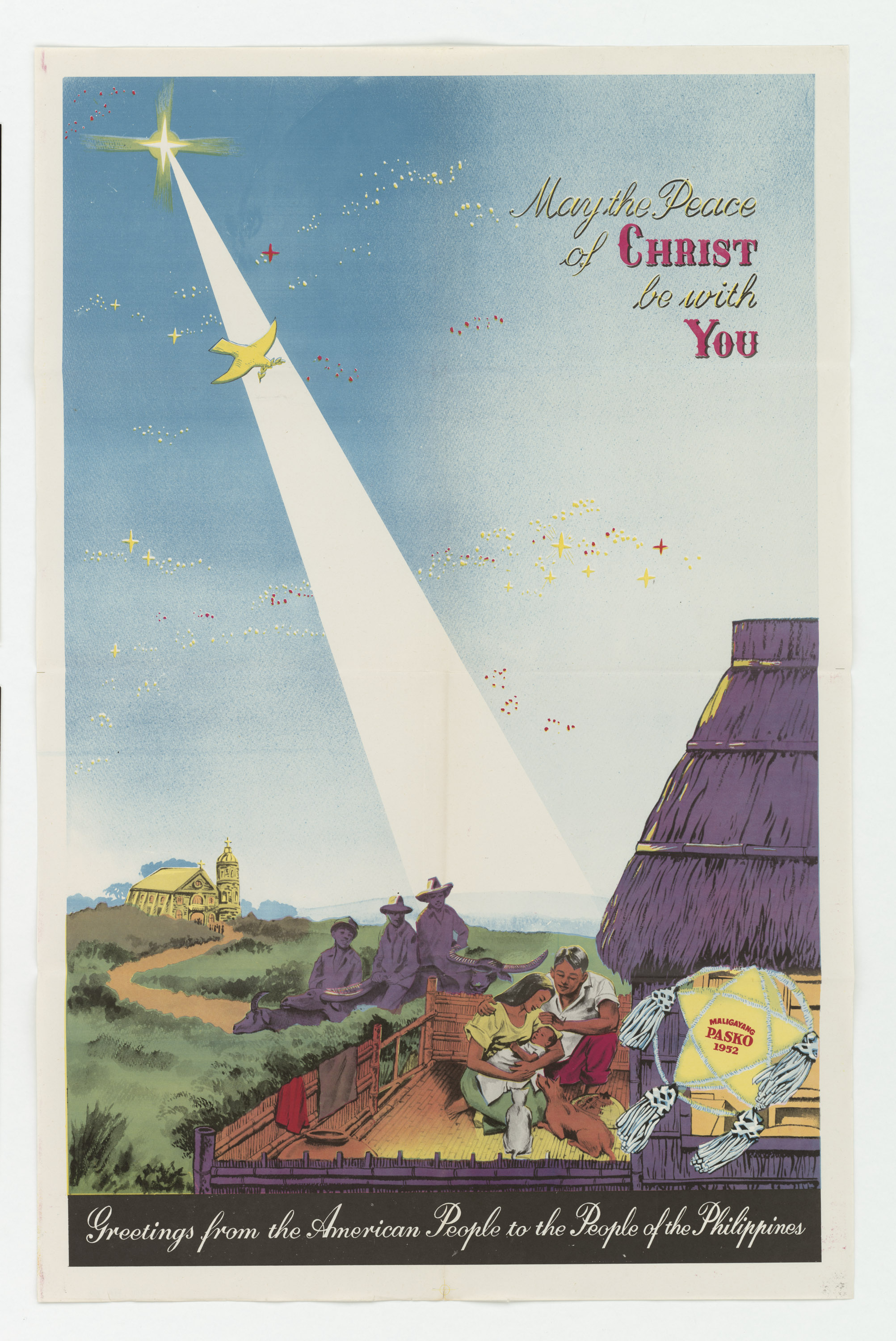
Amerikaanse kerstwens aan de bevolking van de Filipijnen, 1952
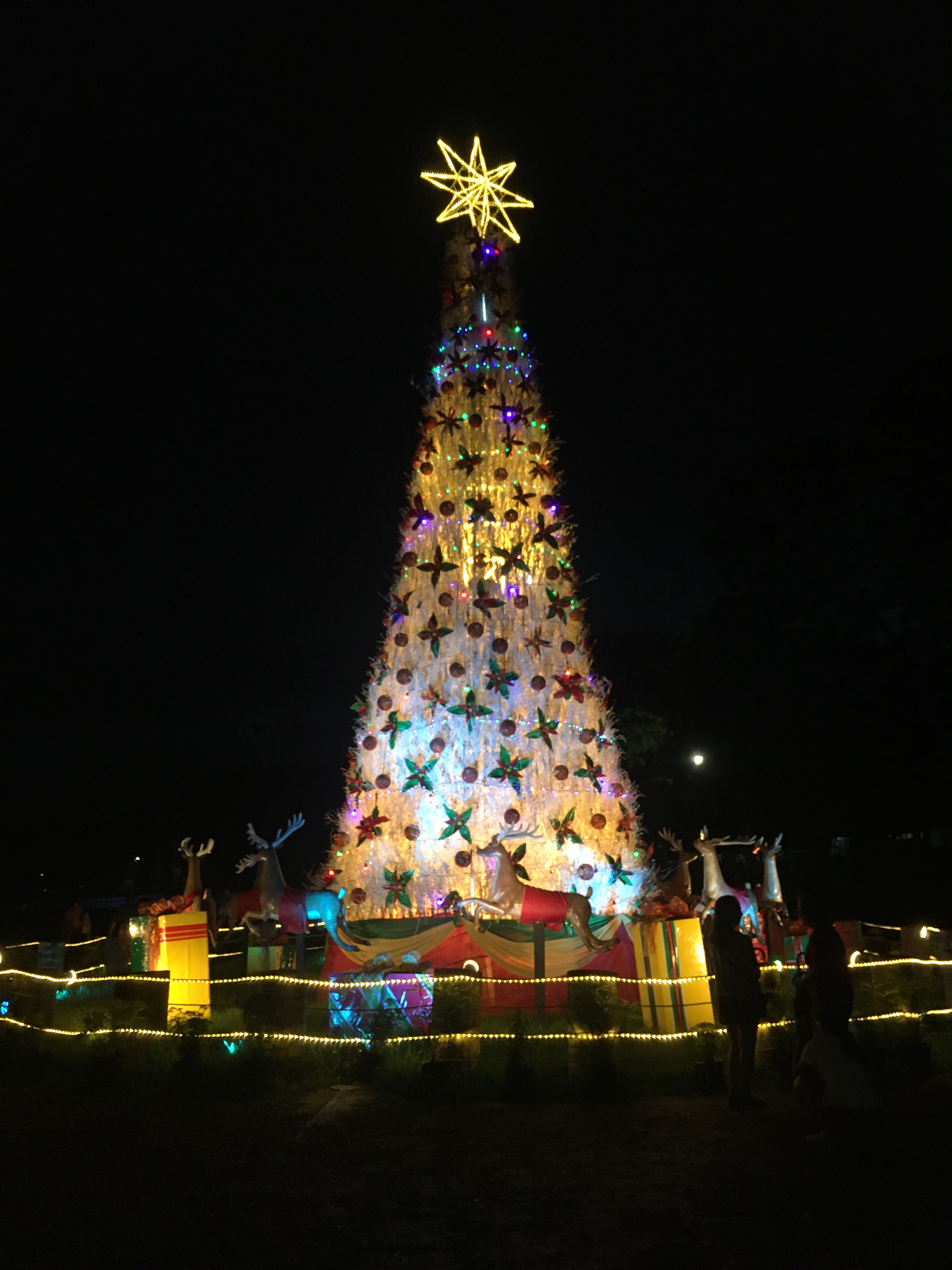
Kerstboom op de campus van de Universiteit in Los Baños
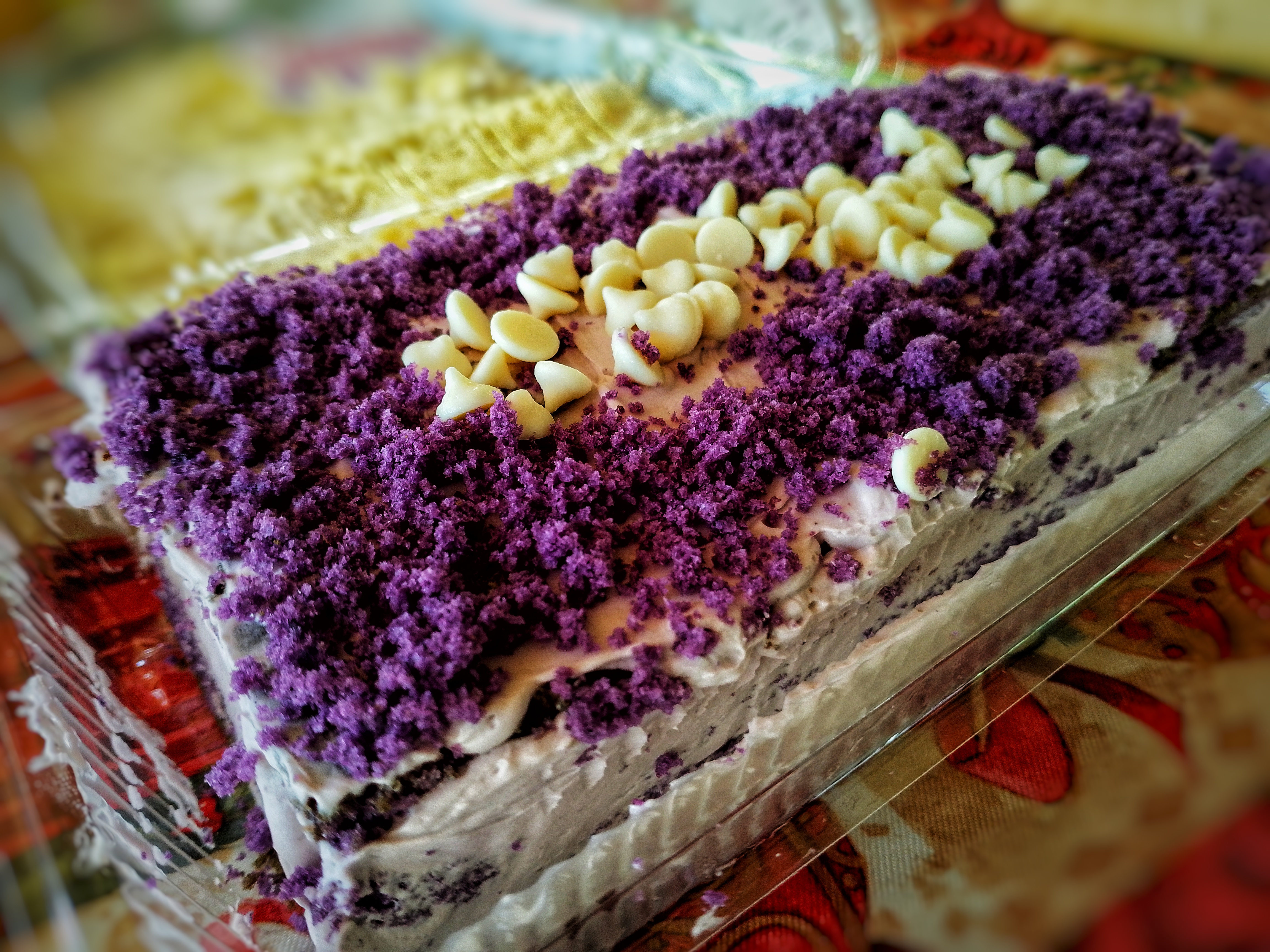
Ube-cake met witte chocolade; dessert tijdens kerstavond in de Filippijnen.
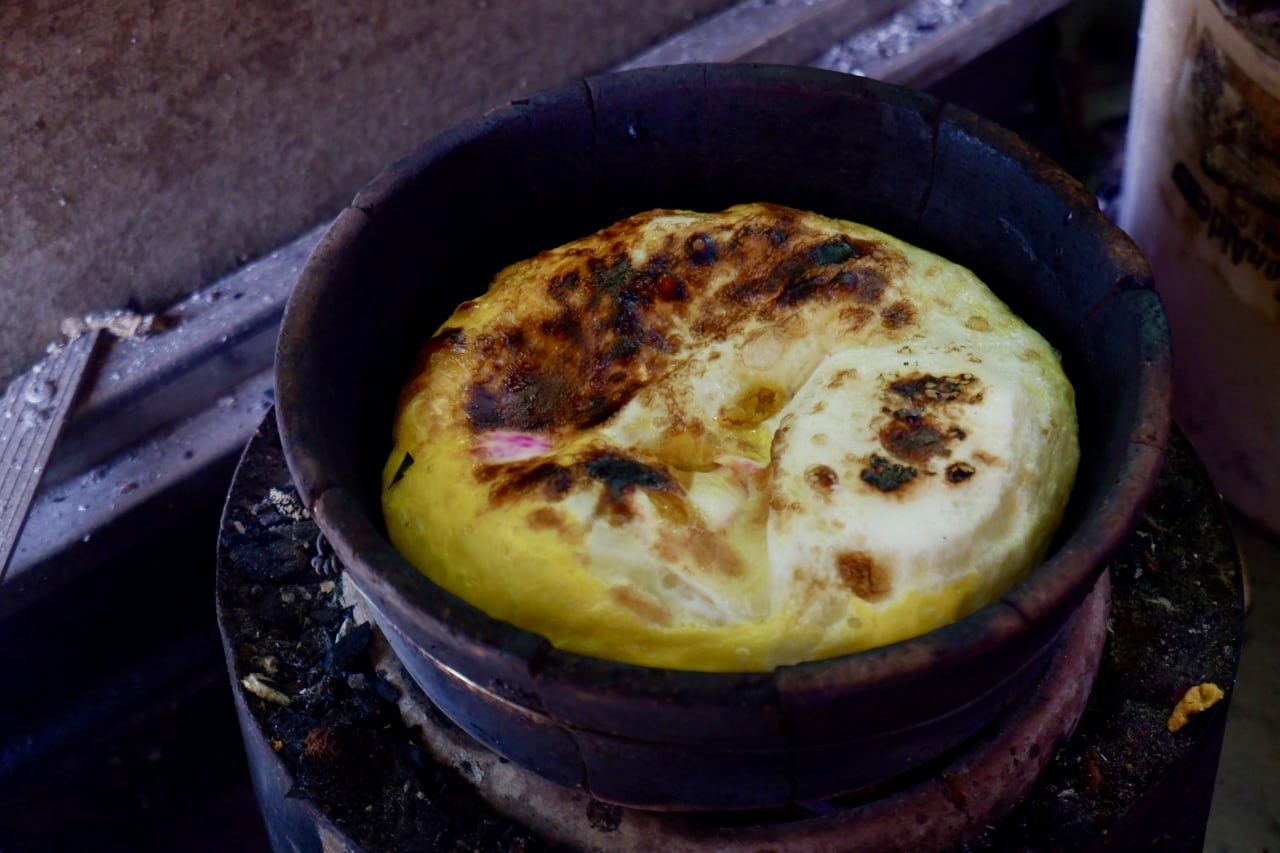
Bibingka
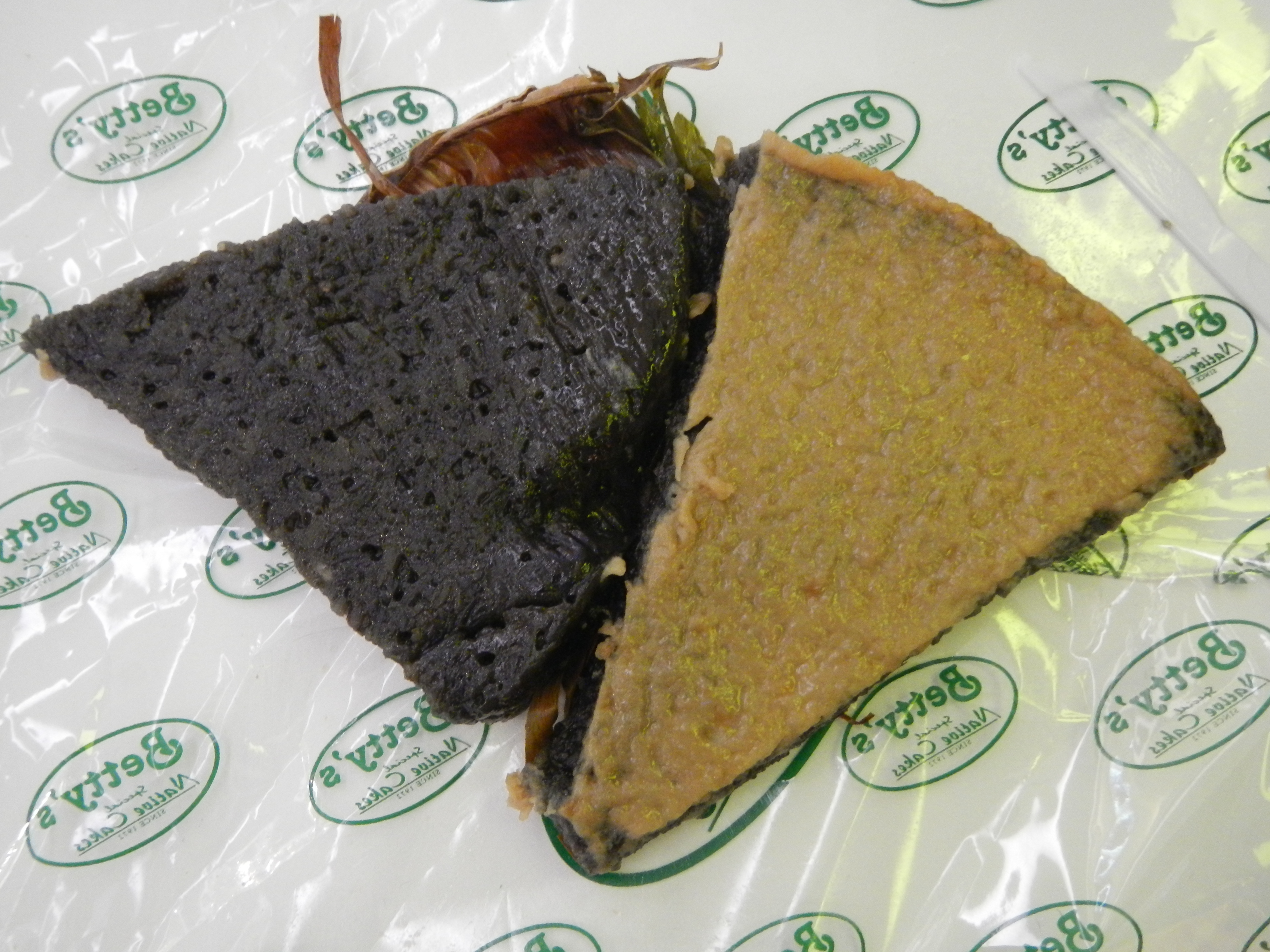
Duman
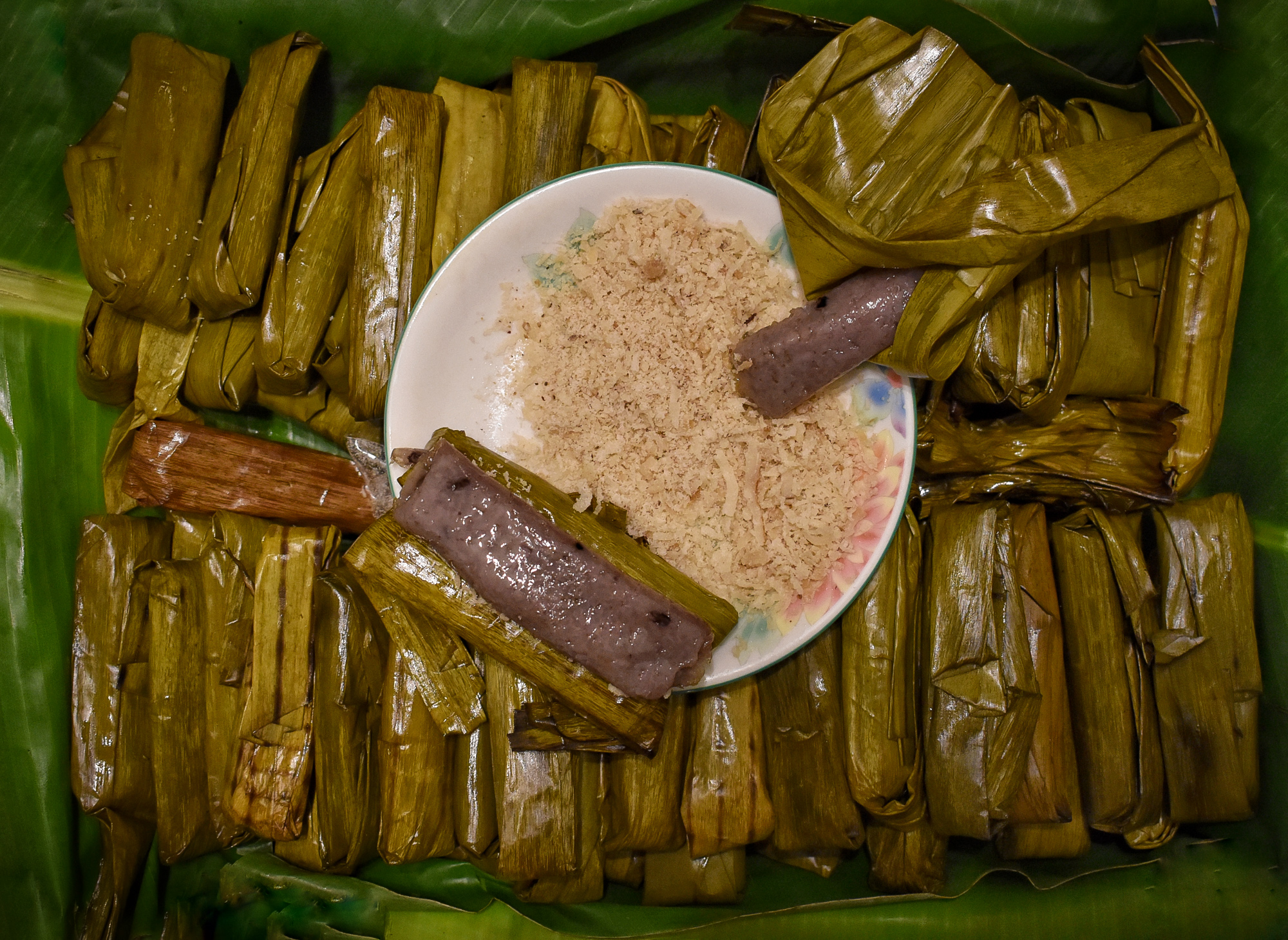
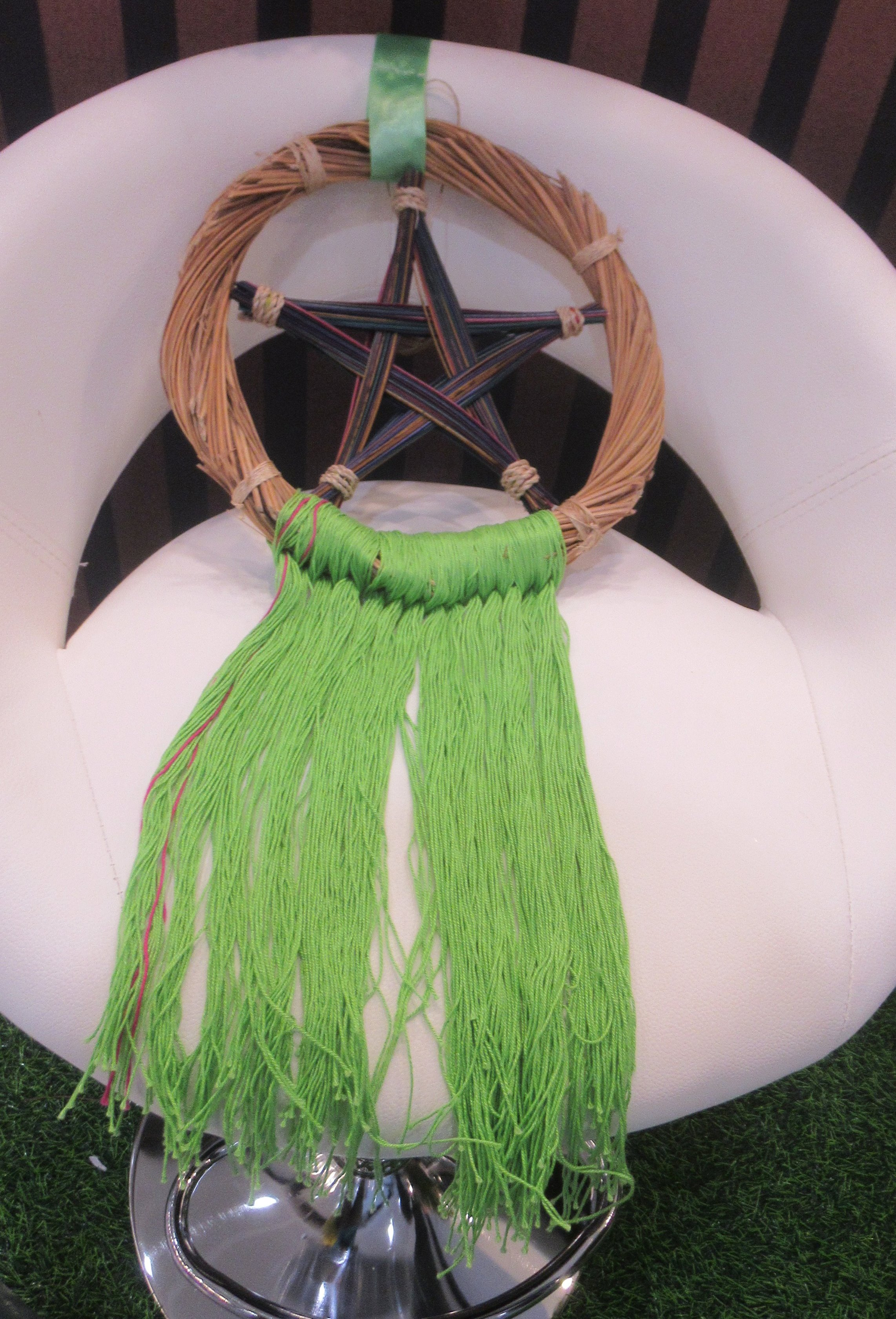
Padre Burgos Quezon: kokosnootblad met hoofdnerf en vijfpuntige ster
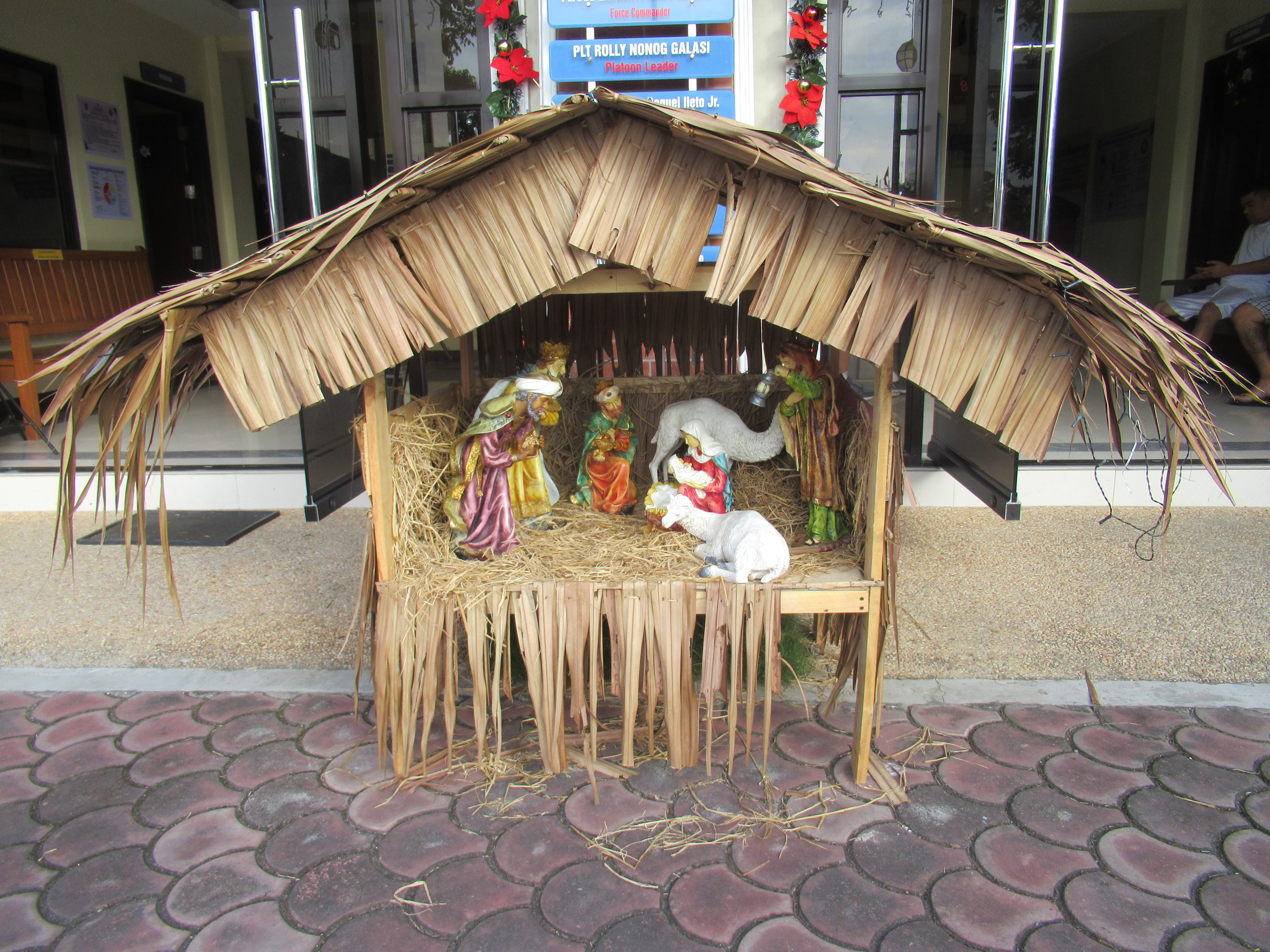
Kerststal
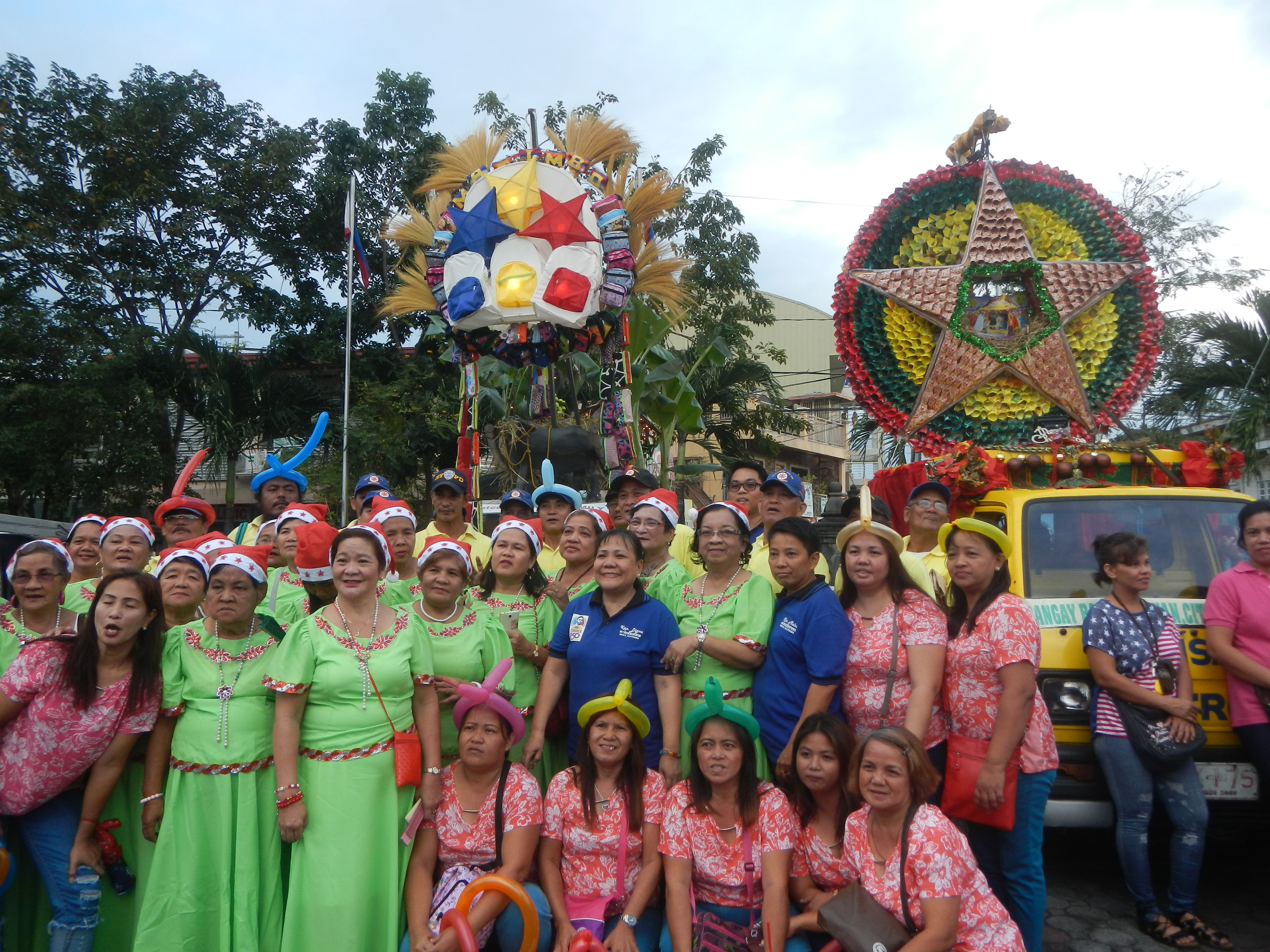
Parol Festival, 7 december 2016
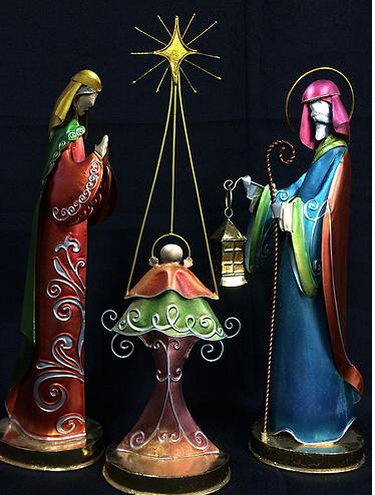
De heilige familie
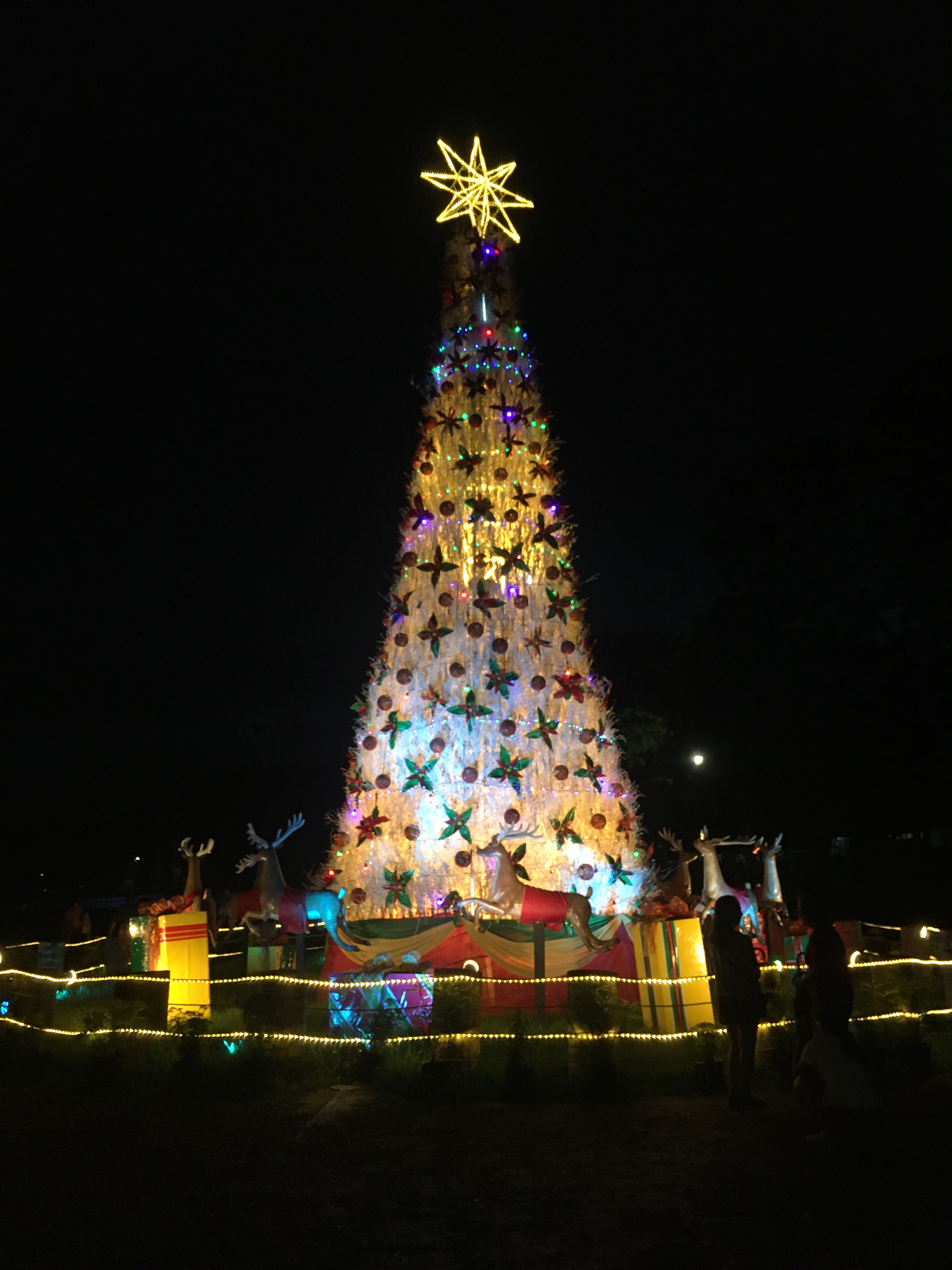
Kerstboom op de University of the Philippines
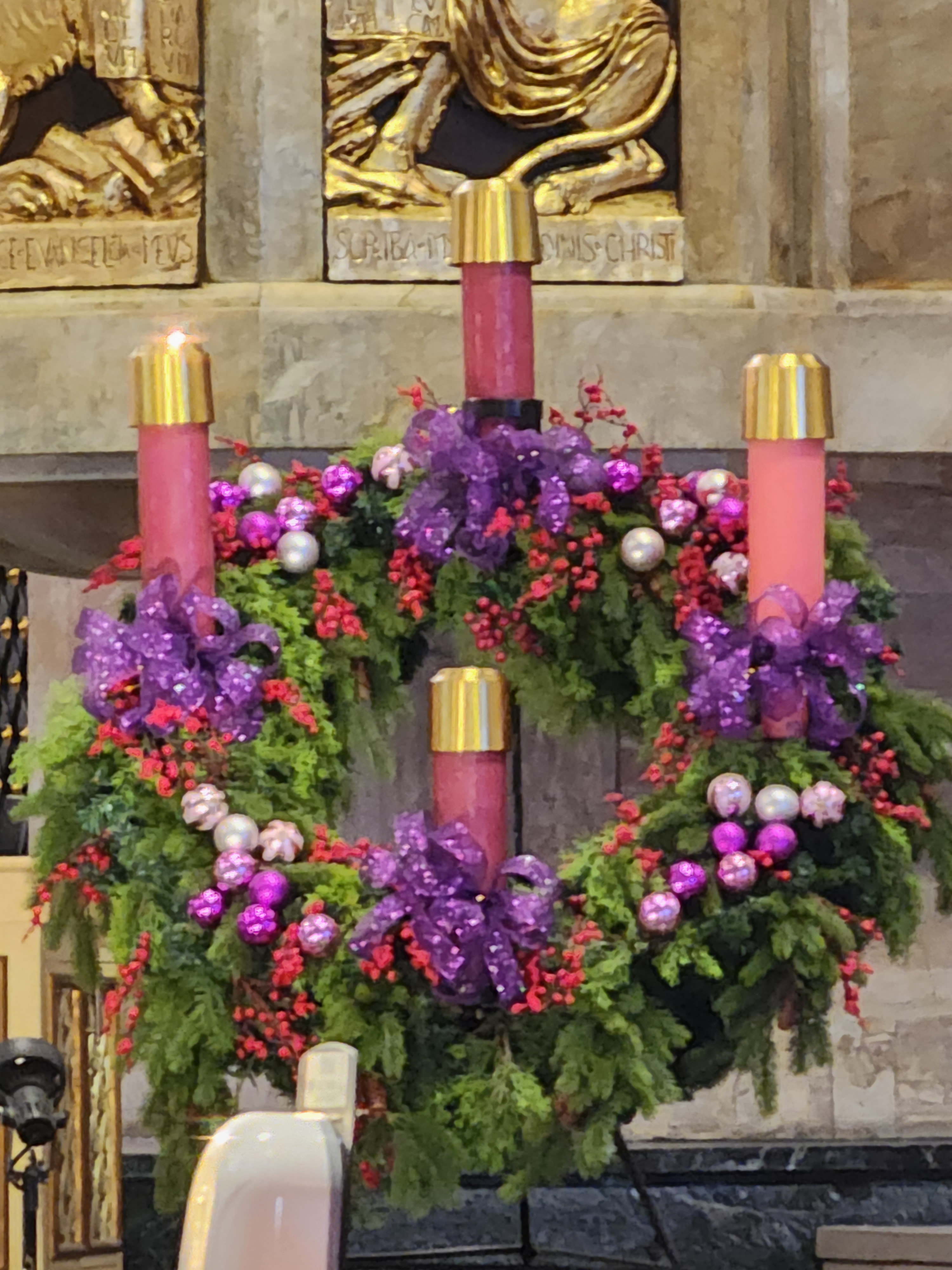
Adventskrans in de Kathedraal van Manilla
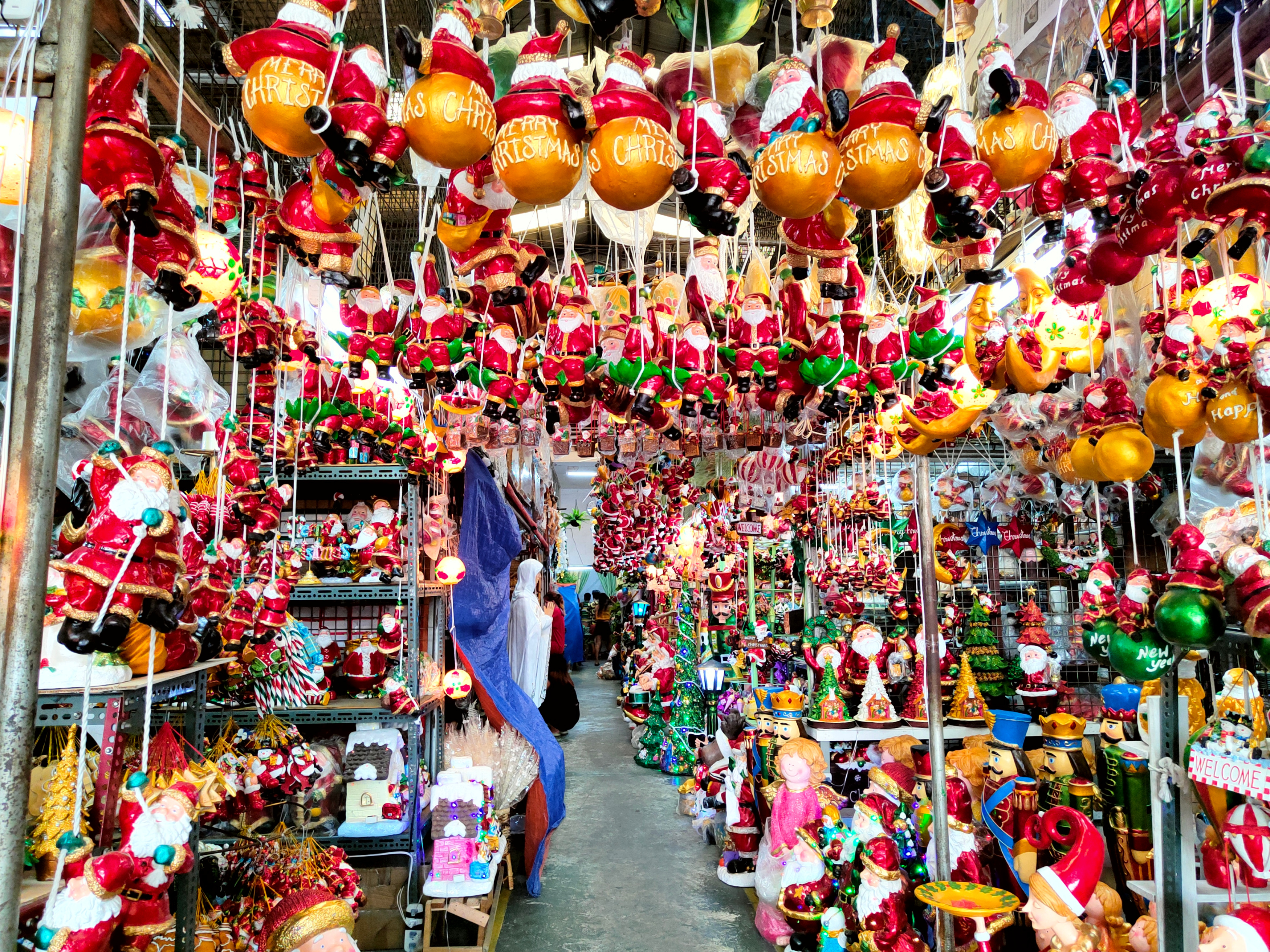
Een Dapitan tiangge-kraam verkoopt verschillende stijlen kerstmanfiguurtjes en andere kerstversieringen voorafgaand aan de 'ber-maanden'
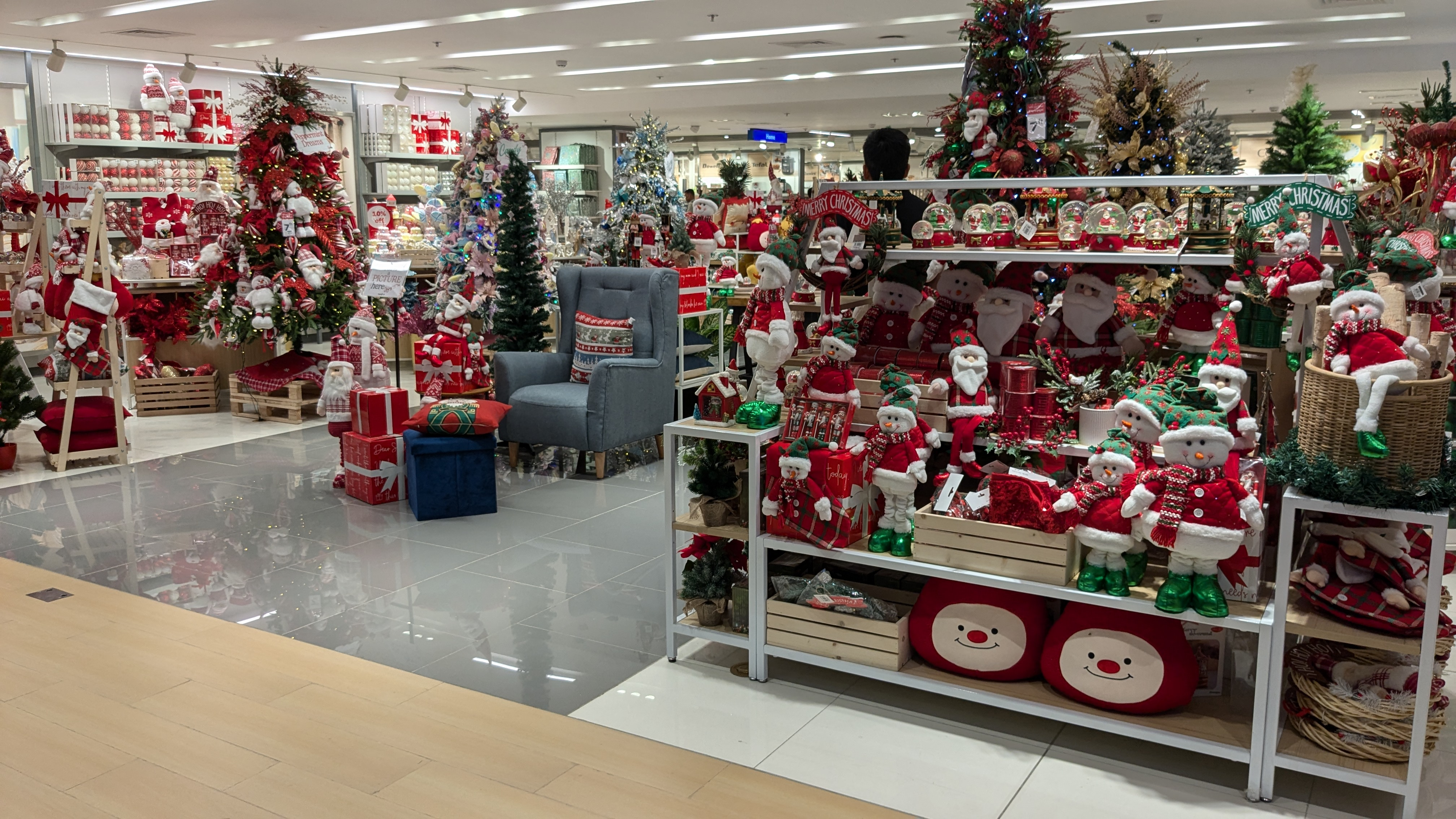
Kerstspullen in de SM Store

## Finland

Voorbereiden op Kerstmis op het Finse platteland. Het vegen van de voorkant van de kerstsauna in december 1958

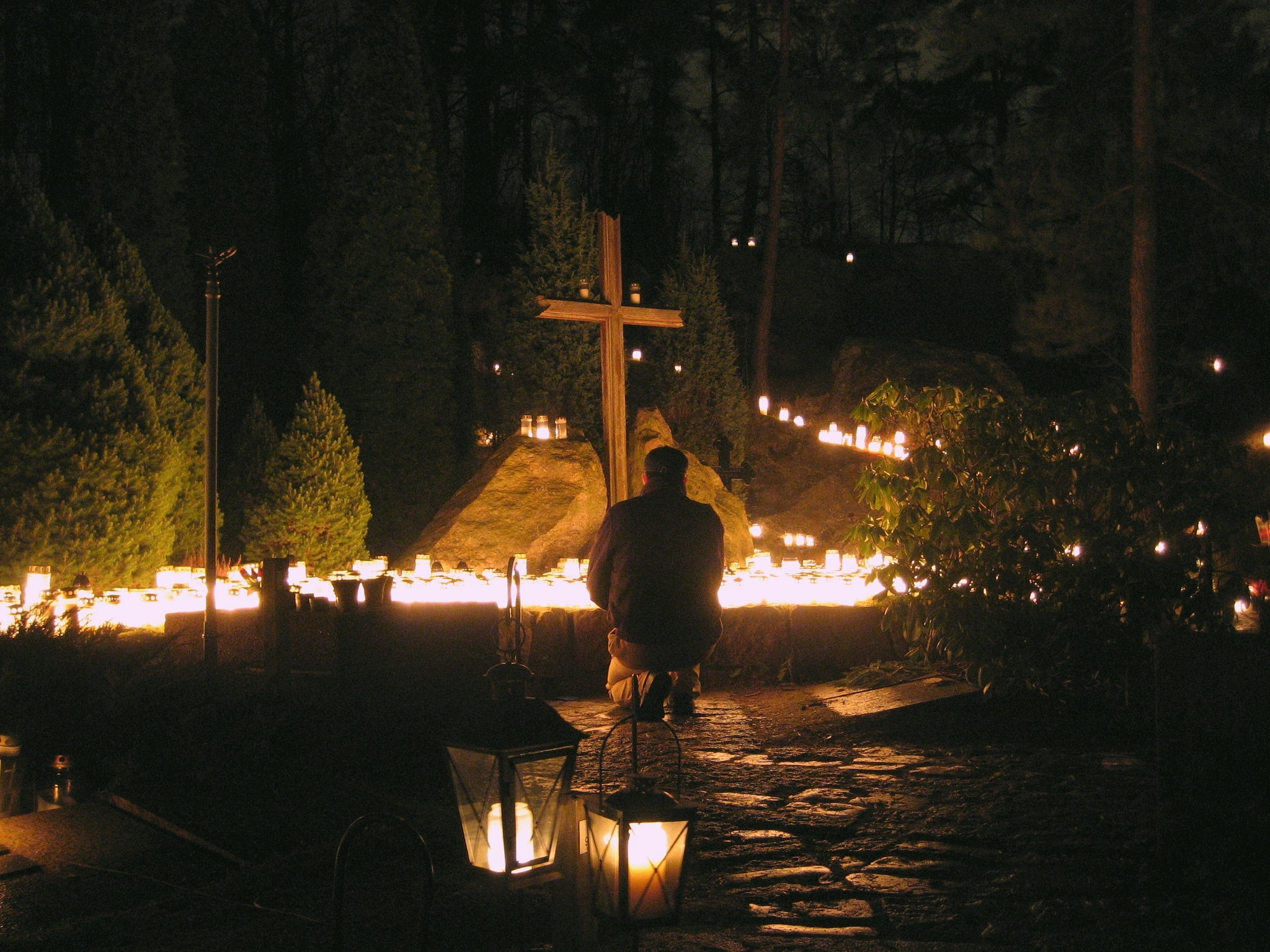
Een man herdenkt zijn overleden familieleden op kerstavond op een Finse begraafplaats in Helsinki.
Het is een traditie om met Kerstmis kaarsen naar de graven te brengen; duizenden en duizenden kaarsen verlichten de begraafplaatsen, 24 december 2007

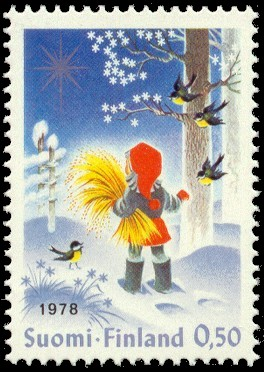
Kerstpostzegel uit 1978

In Finland wordt kerst Joulu genoemd, zie ook joelfeest.
Joulupöytä is het voedsel dat hier tijdens de kerstdagen wordt gegeten, de naam kan vertaald worden als "joel-tafel". Het belangrijkst is de ham, die gegeten wordt met mosterd en brood. Ook wordt er vis geserveerd. Andere gerechten zijn laatikkos of maksalaatikko (casserole van lever), verschillende ovenschotels, karjalanpaisti en zure haring. Er wordt Koskenkorva Viina, bier, wijn of melk bij gedronken. Een traditioneel nagerecht is gemberkoek, rijstpudding en koffie, thee of glögi. In de pan met rijstpudding wordt een amandel verstopt, degene die dit krijgt opgediend mag zijn cadeautje als eerste openen of een wens doen. Overige populaire gerechten op de Finse kersttafel zijn koolraap ovenschotel, wortelschotel, aardappelschotel (gezoet of niet, afhankelijk van de regio en voorkeur), rosolli (salade van gekookte bietjes, wortelen, aardappelen, meestal ook appels en ingelegde komkommer geserveerd met een saus op basis van zure room en soms met eieren of haring), aardappelen (gekookt of geplet), roggebrood, lax (meestal Gravlax), ingelegde haring en kuit (vaak geserveerd met gehakte ui en zure room), champignonsalade, gekookte erwten, lever ovenschotel, Karelische stoofpot en lipeäkala (traditioneel gemaakt van snoek, snoekbaars of kapakala; d.w.z. gedroogde kabeljauw of andere gedroogde kabeljauwvissen zoals zegen, leng of schelvis) met gesmolten boter en witte saus.
Joulupukki is de Kerstman en hij woont met zijn vrouw in Rovaniemi. De naam betekent letterlijk kerstbok en verwijst waarschijnlijk naar een oud Fins en Scandinavisch gebruik, waarin men zich in geitenvellen verkleedde om na Kerstmis van huis tot huis te gaan om voedselresten te verzamelen. Joulupukki vliegt niet op zijn ar met rendieren door de lucht zoals de Amerikaanse kerstman, maar rijdt over de grond. Joulupukki is erg oud en maakt soms gebruik van een wandelstok. Kerstelfen bekijken of kinderen goed of slecht zijn en Joulupukki brengt cadeautjes rond.
De oorspronkelijke figuur (Nuuttipukki) zette hoorns op zijn hoofd, droeg een omgekeerde vacht en een masker van berkenschors en hij kon kinderen laten schrikken. De Nuuttipukki eiste drank en kwam de huizen binnen. Tegenwoordig gaan kinderen verkleed langs de huizen.
Er treden sterrenzangers op tijdens de kerstperiode. Ook brengen mensen kaarsen naar het kerkhof om de doden te herdenken.
In Finland wordt ook het Luciafeest gevierd.

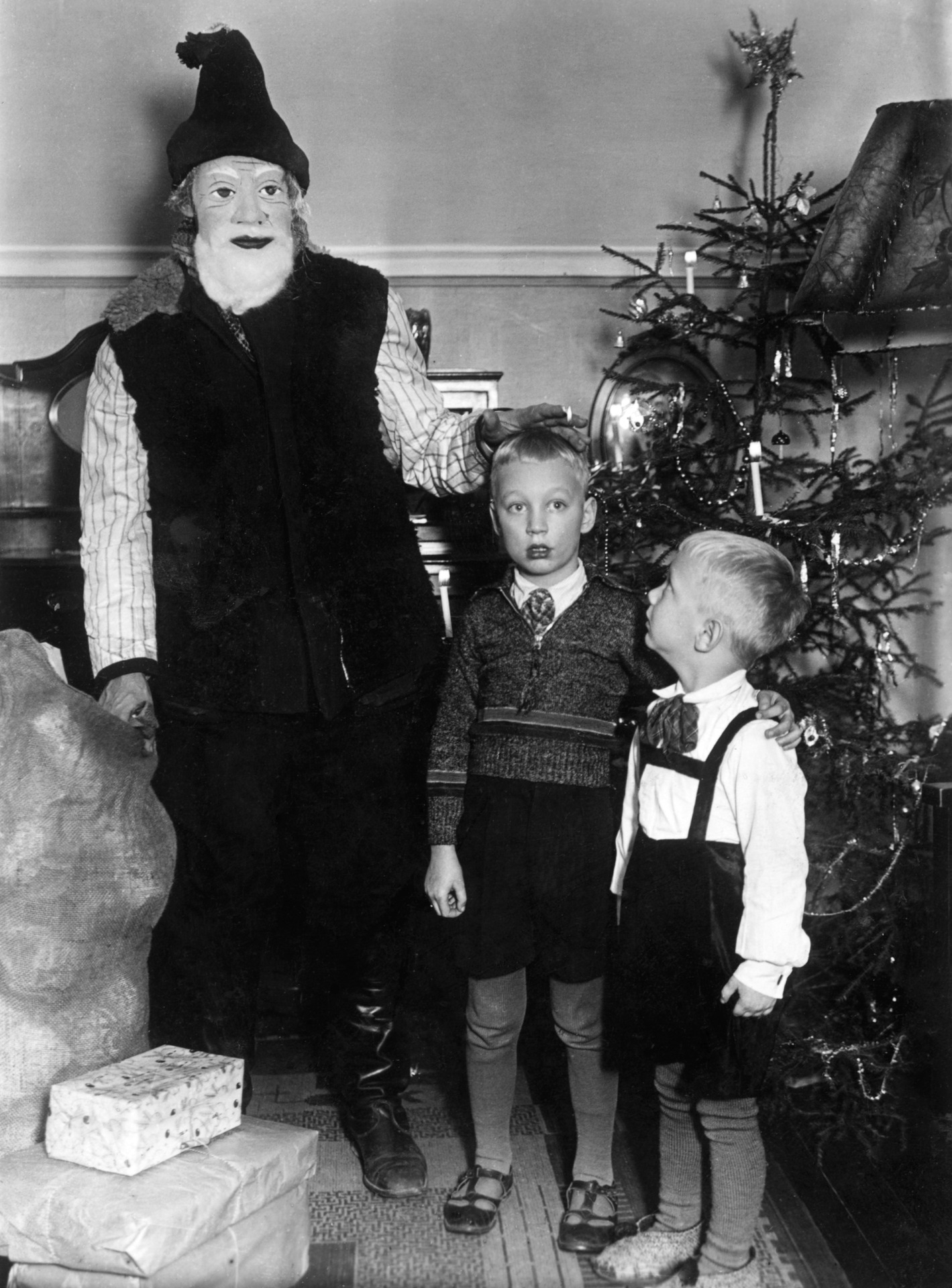
Joulupukki, 1940
Jongens zetten een kerstboom op in Savonranta, 1951
Joulupukki  in Helsinki, 1953
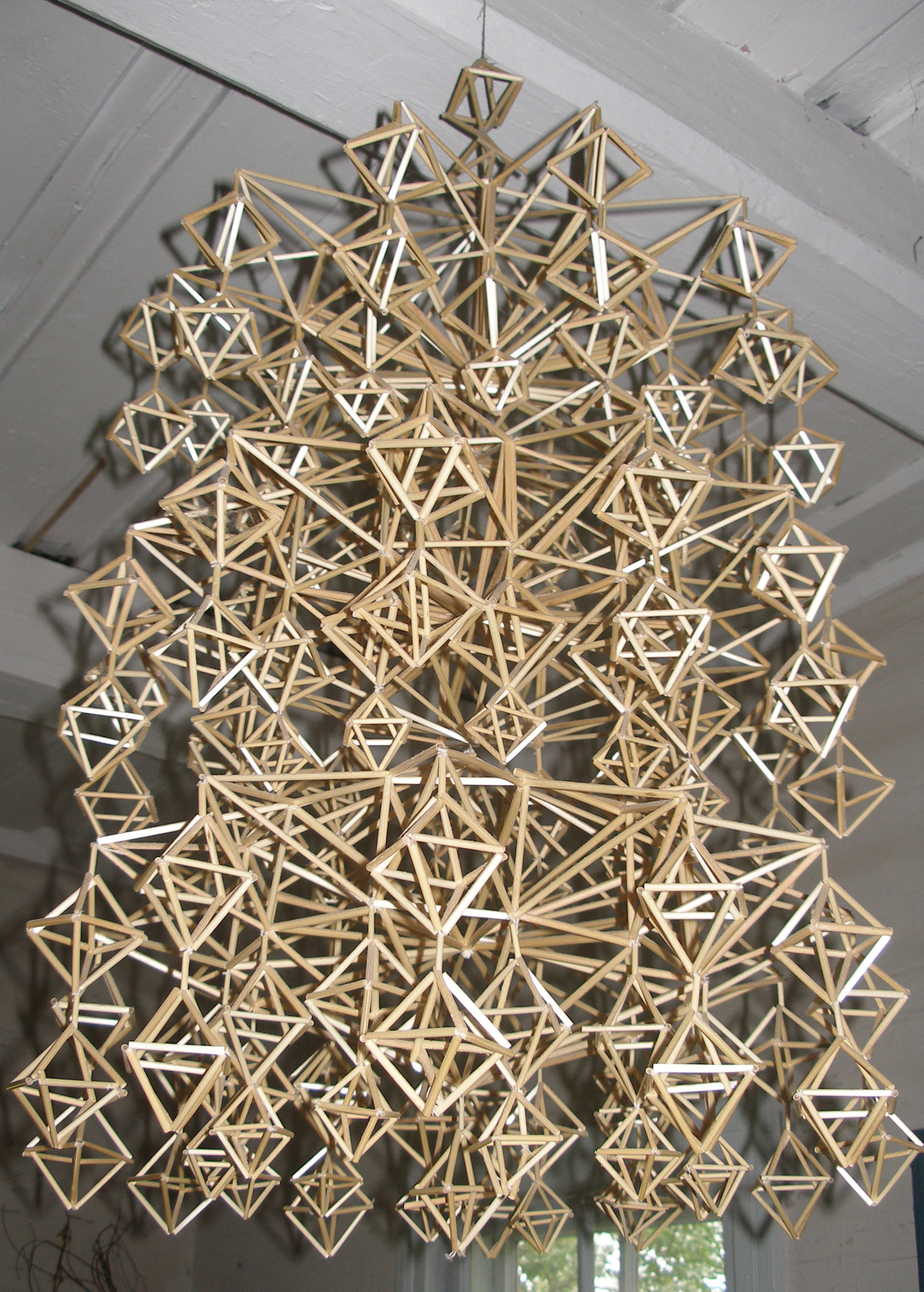
Himmeli, kerstversiering in Zweden en Finland
Het maken van himmeli, 1959
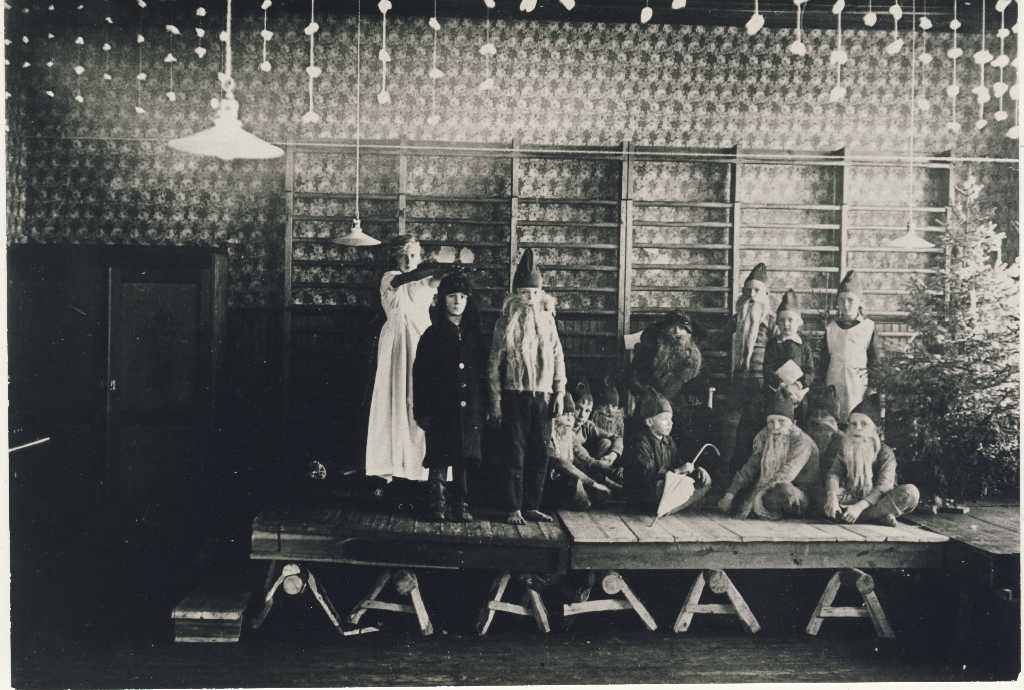
Verklede kinderen tijdens het kerstfeest op de Kytölä-schoo, 1932
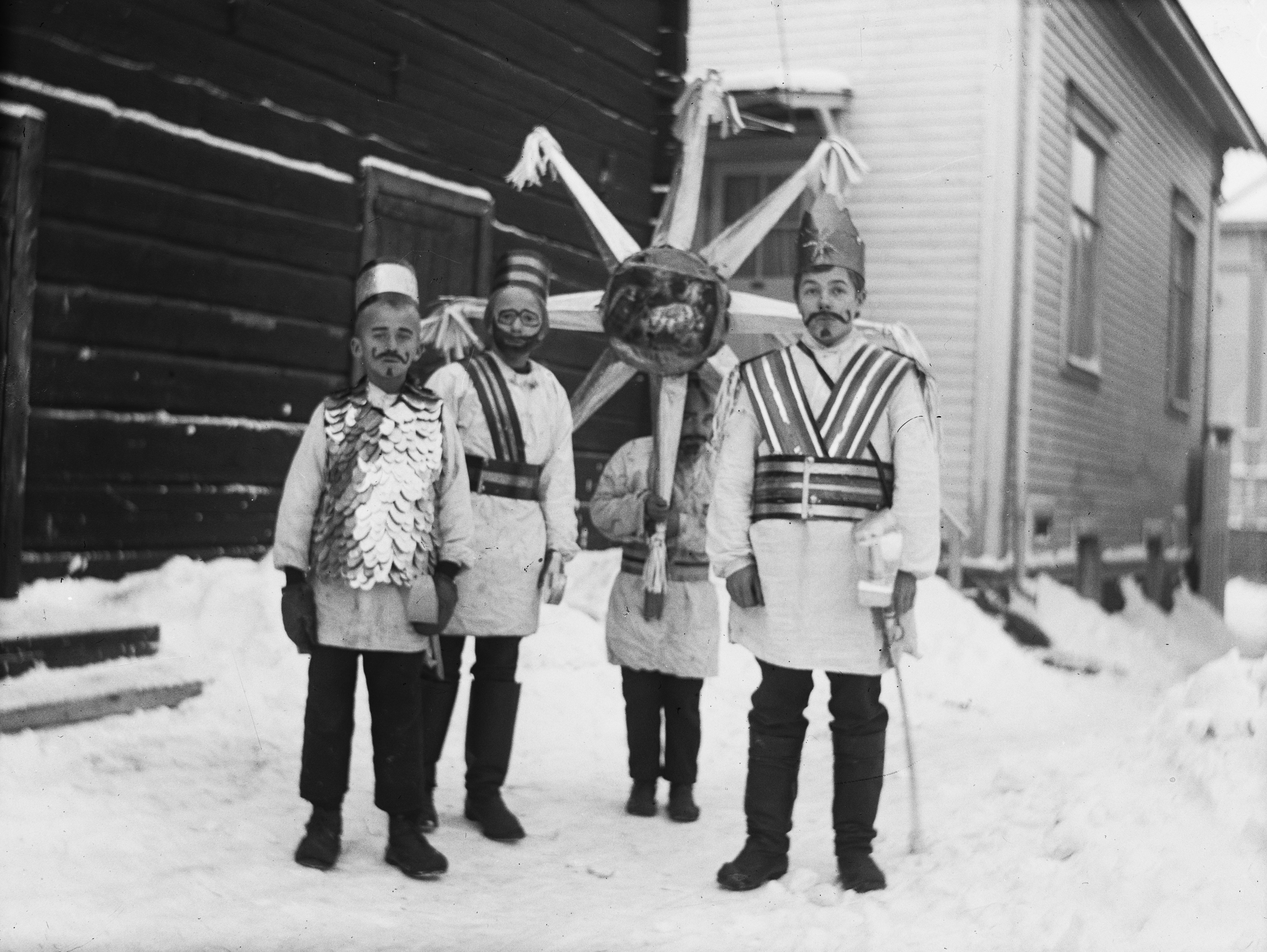
Sterrenzangers, 1919
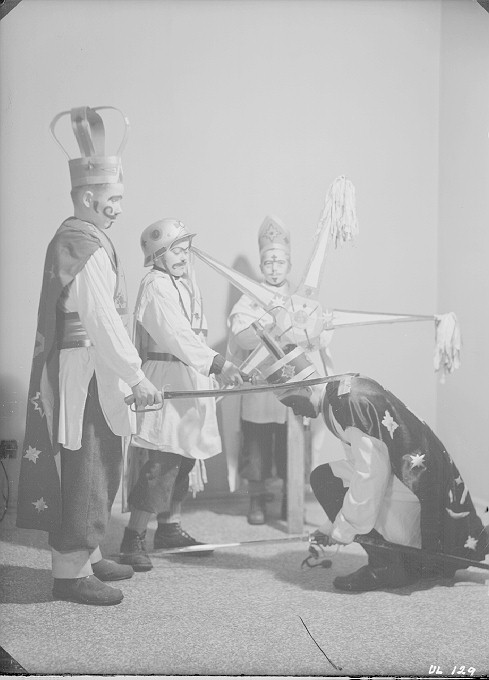
Sterrenzangers, 1946
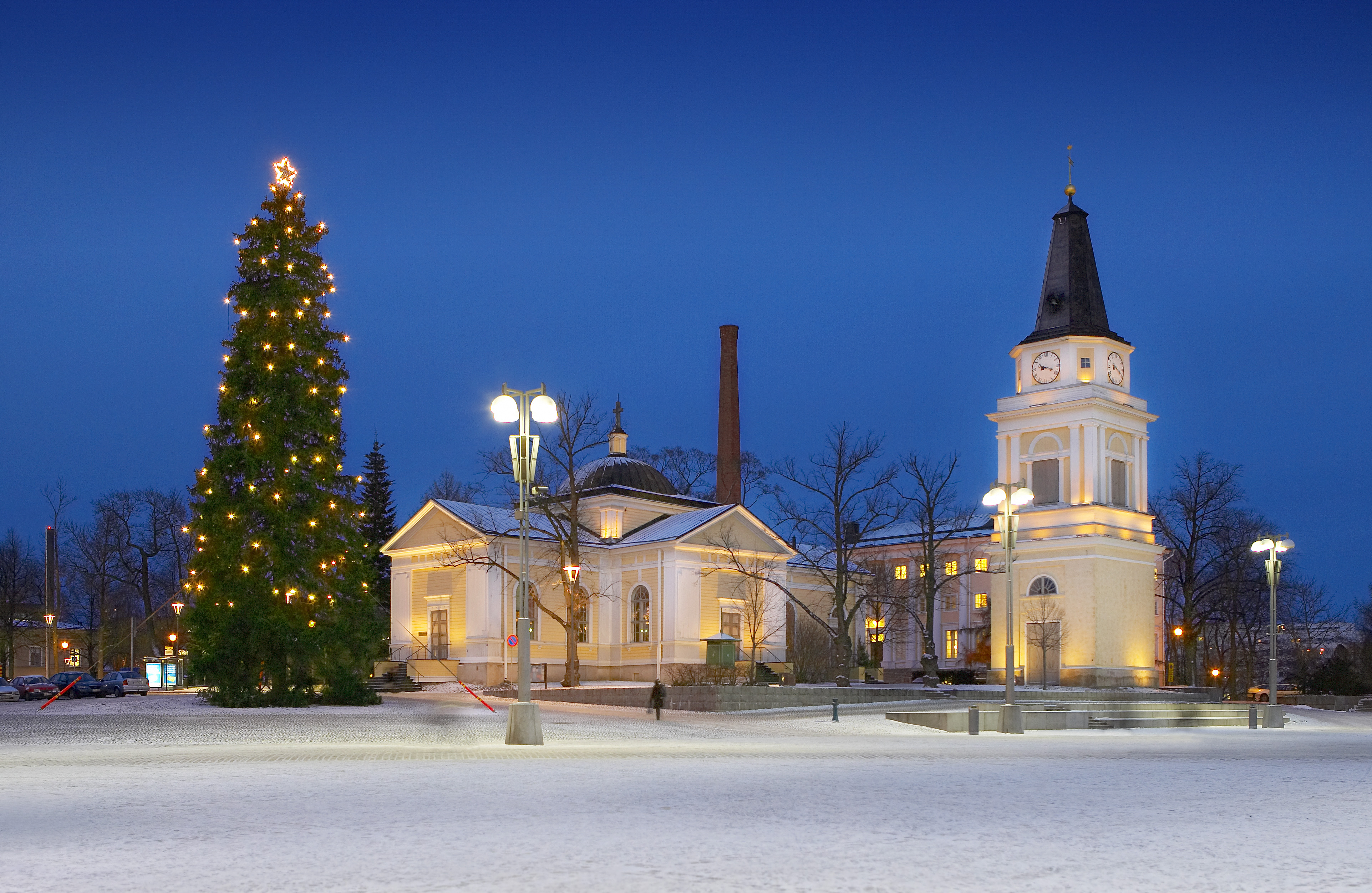
Kerstboom bij de oude kerk van Tampere
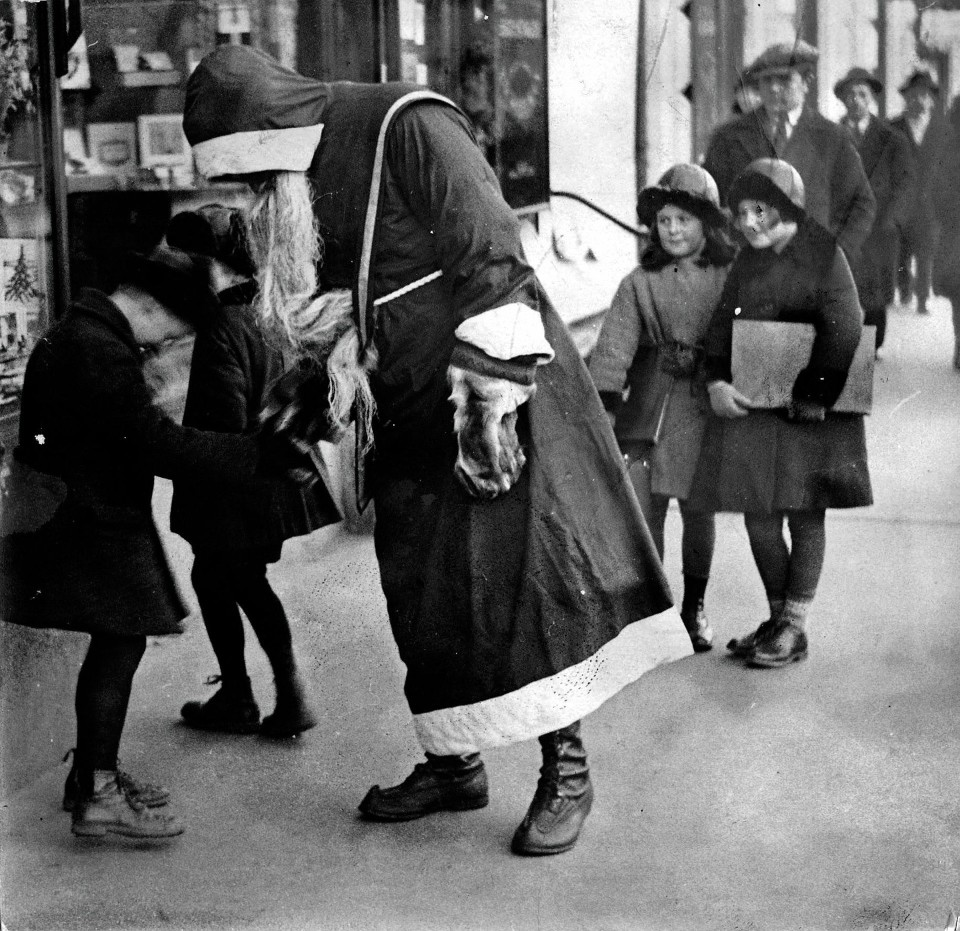
Joulupukki in Helsinki, december 1930
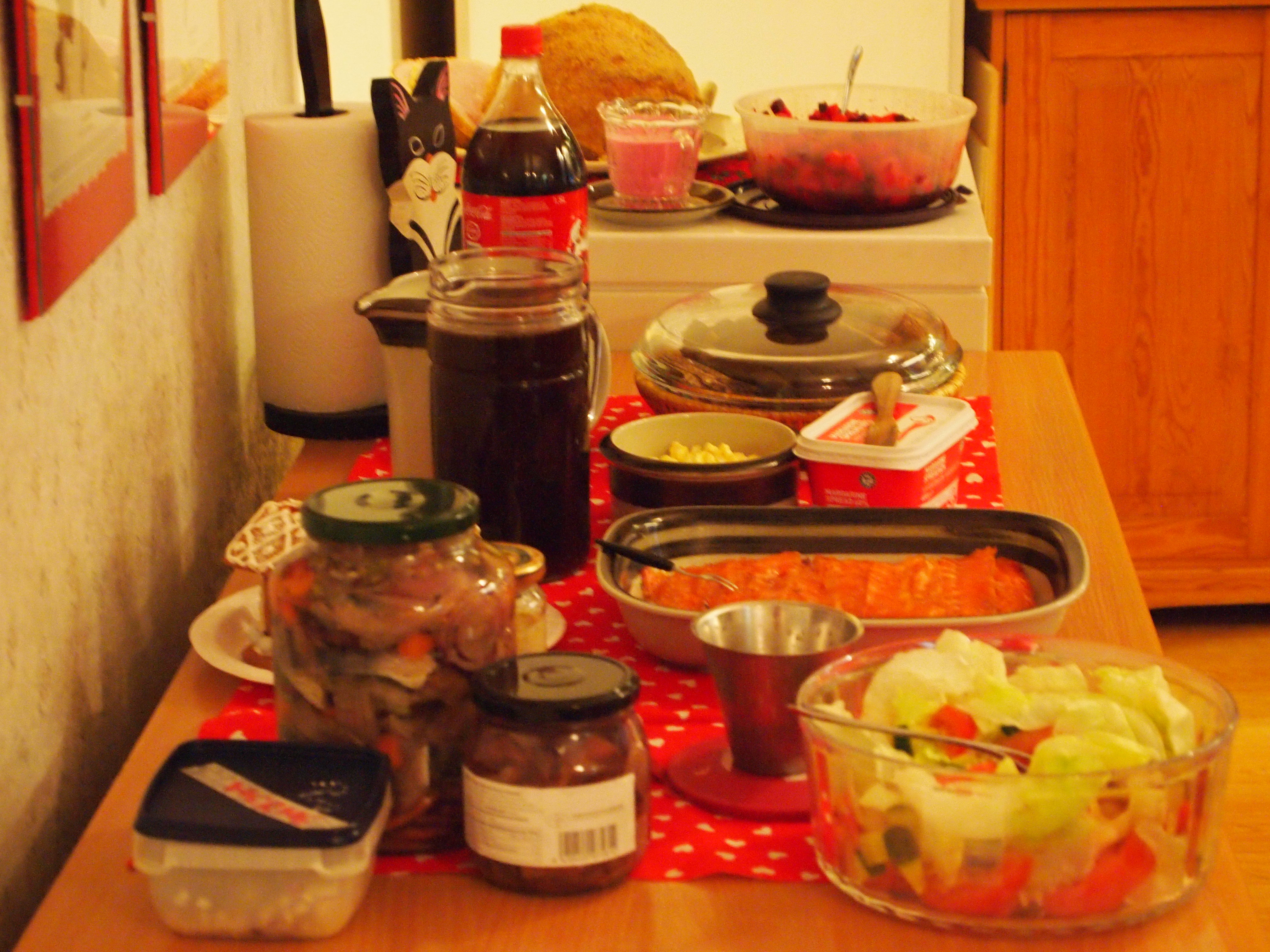
Verschillende kerstgerechten
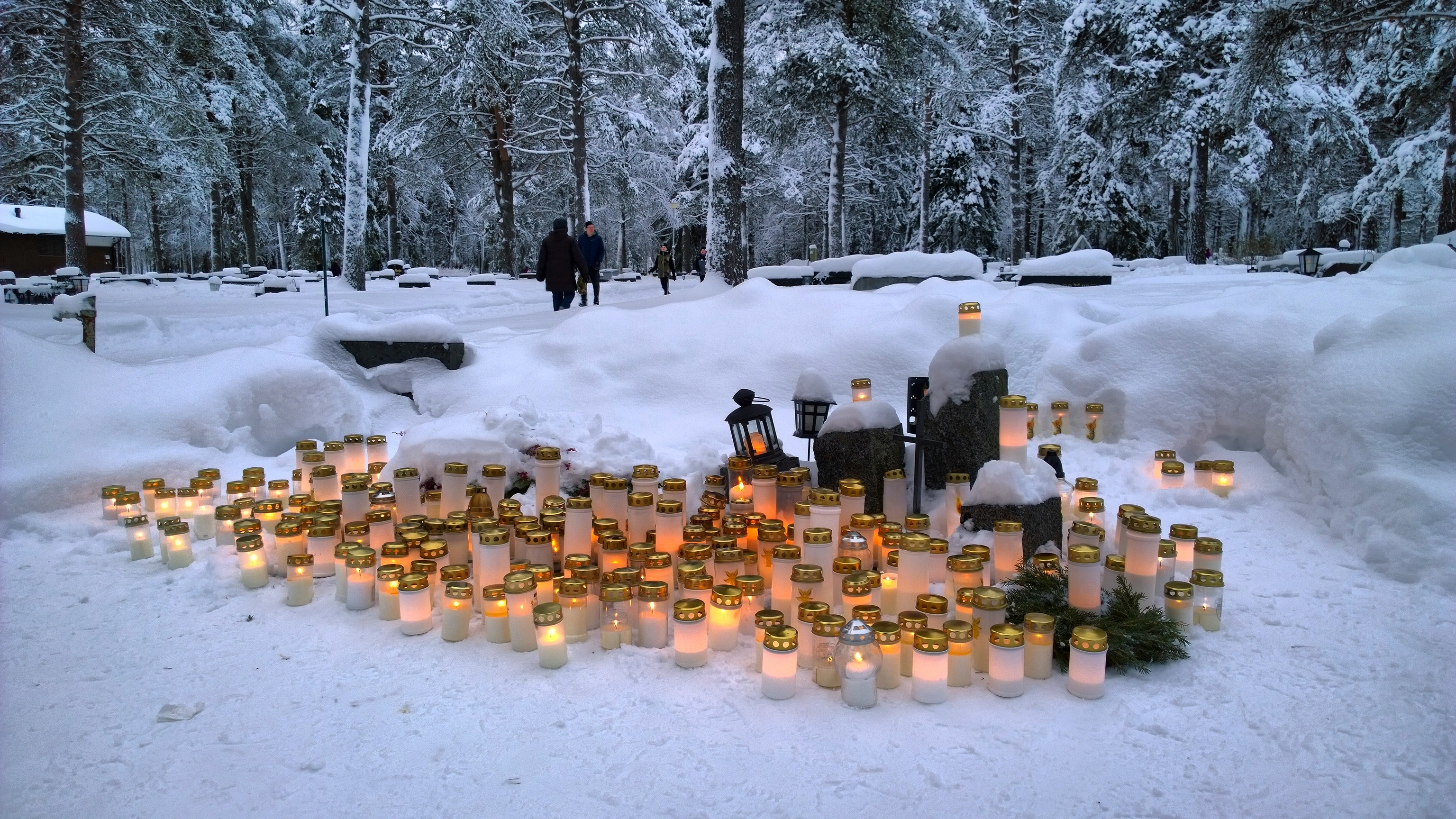
Een gedenkplaats voor mensen die elders zijn begraven wordt tijdens kerst voorzien van vele kaarsen, 24 december 201
De Joulukuusen (kerstboom) wordt gehaald in het bos, 24 december 1961, Museovirasto
Kersthammen met afbeeldingen van kerst, 1959
Tuomaanristi; een traditionele houten kerstversiering, die een ruit vormt en uit een kruis is gesneden
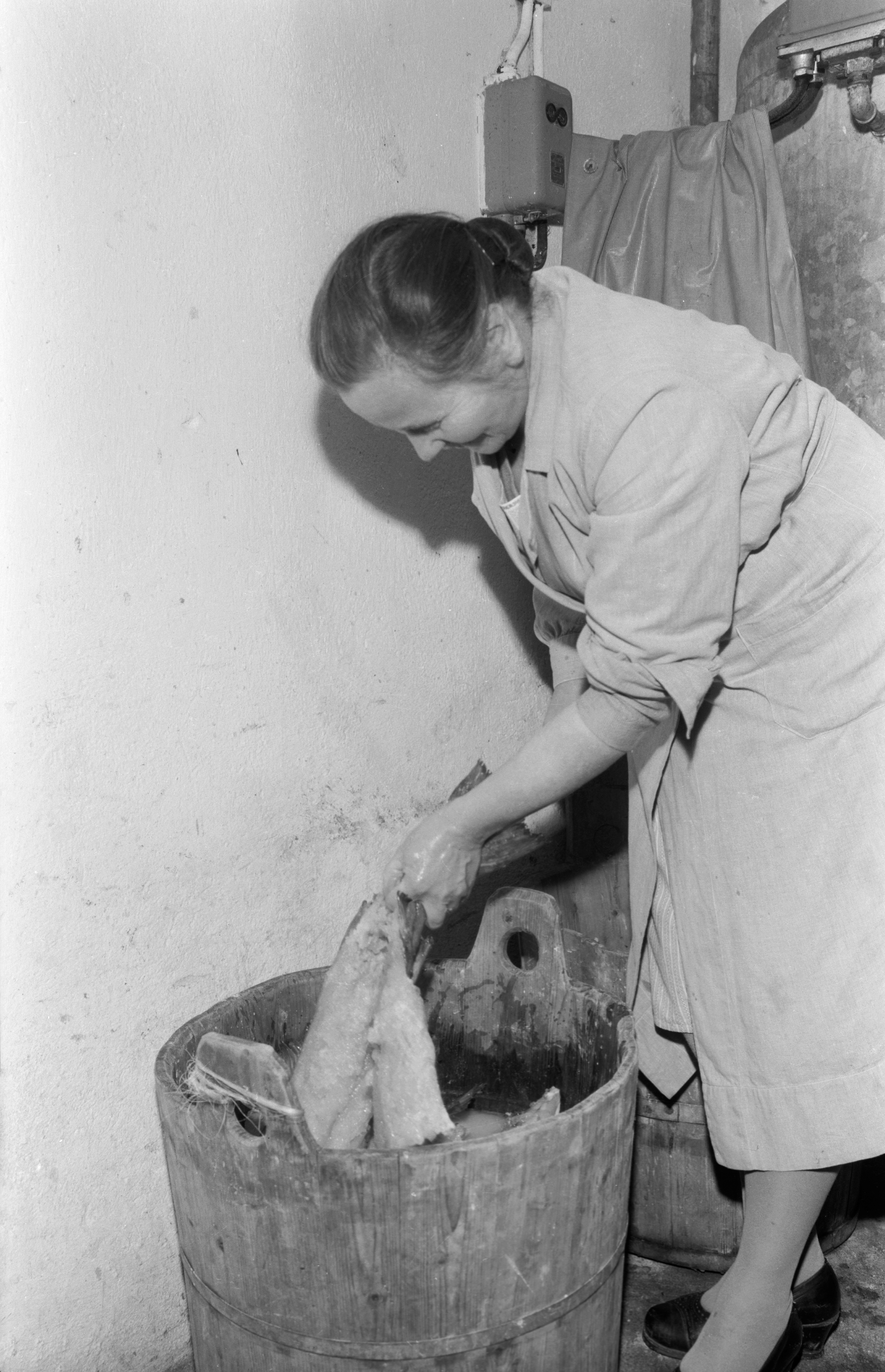
Een vrouw bereidt de lipeäkala, 18 december 1958
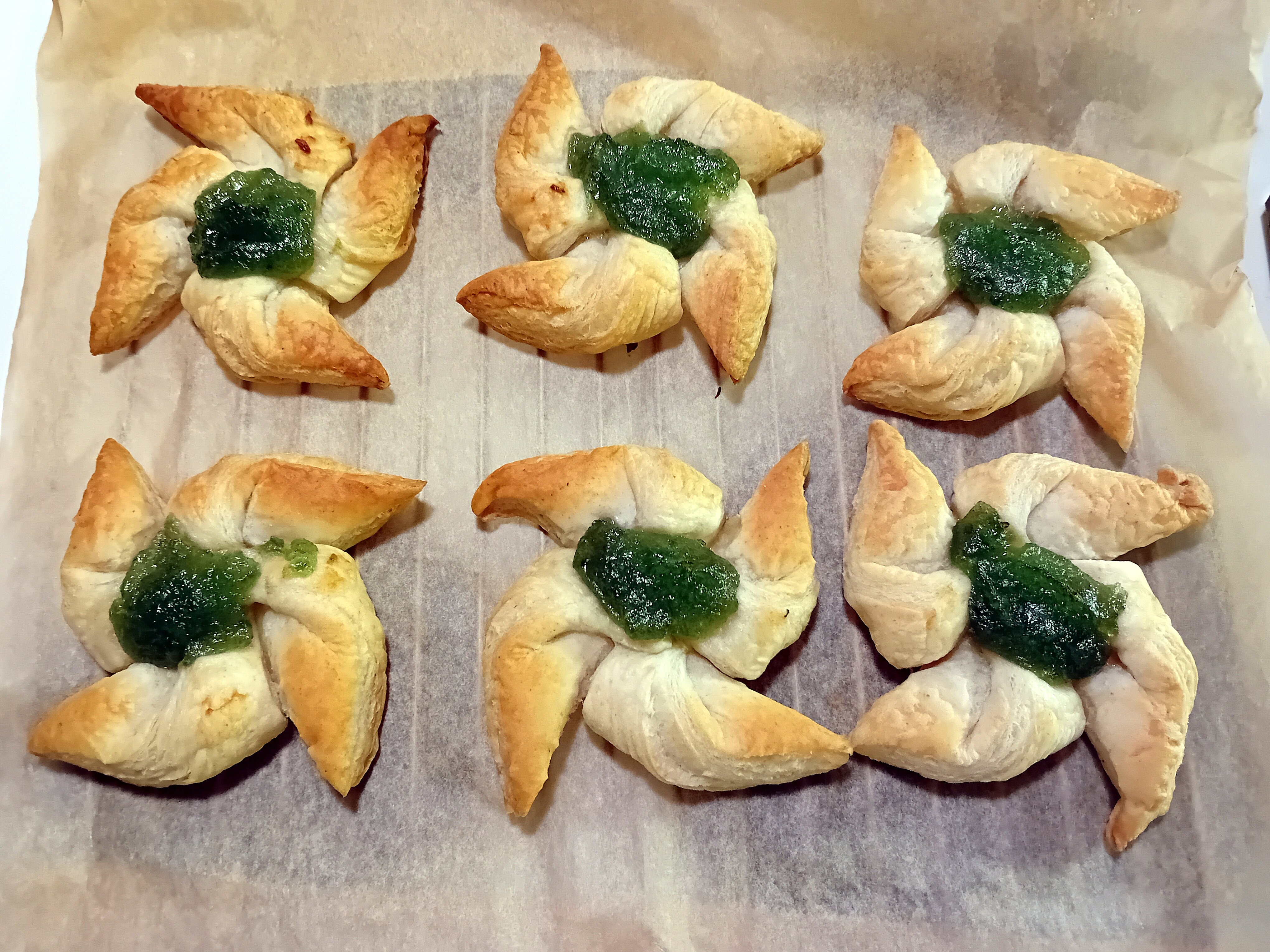
joulutortut

## Frankrijk

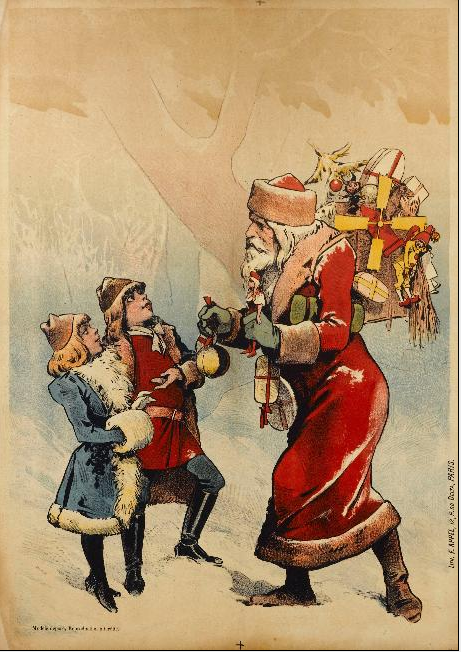
Père Noël en twee kinderen, ca. 1900, Musée Carnavalet

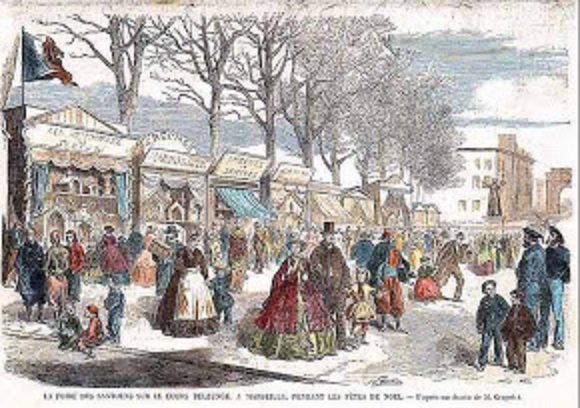
Foire aux santons (santon-beurs) in Marseille, 18e eeuw

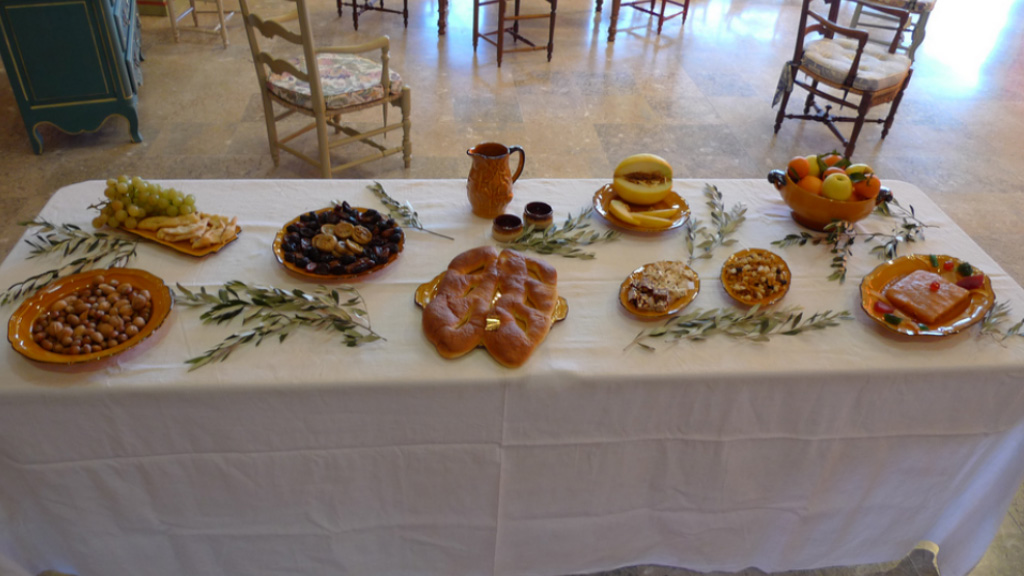
Treize desserts

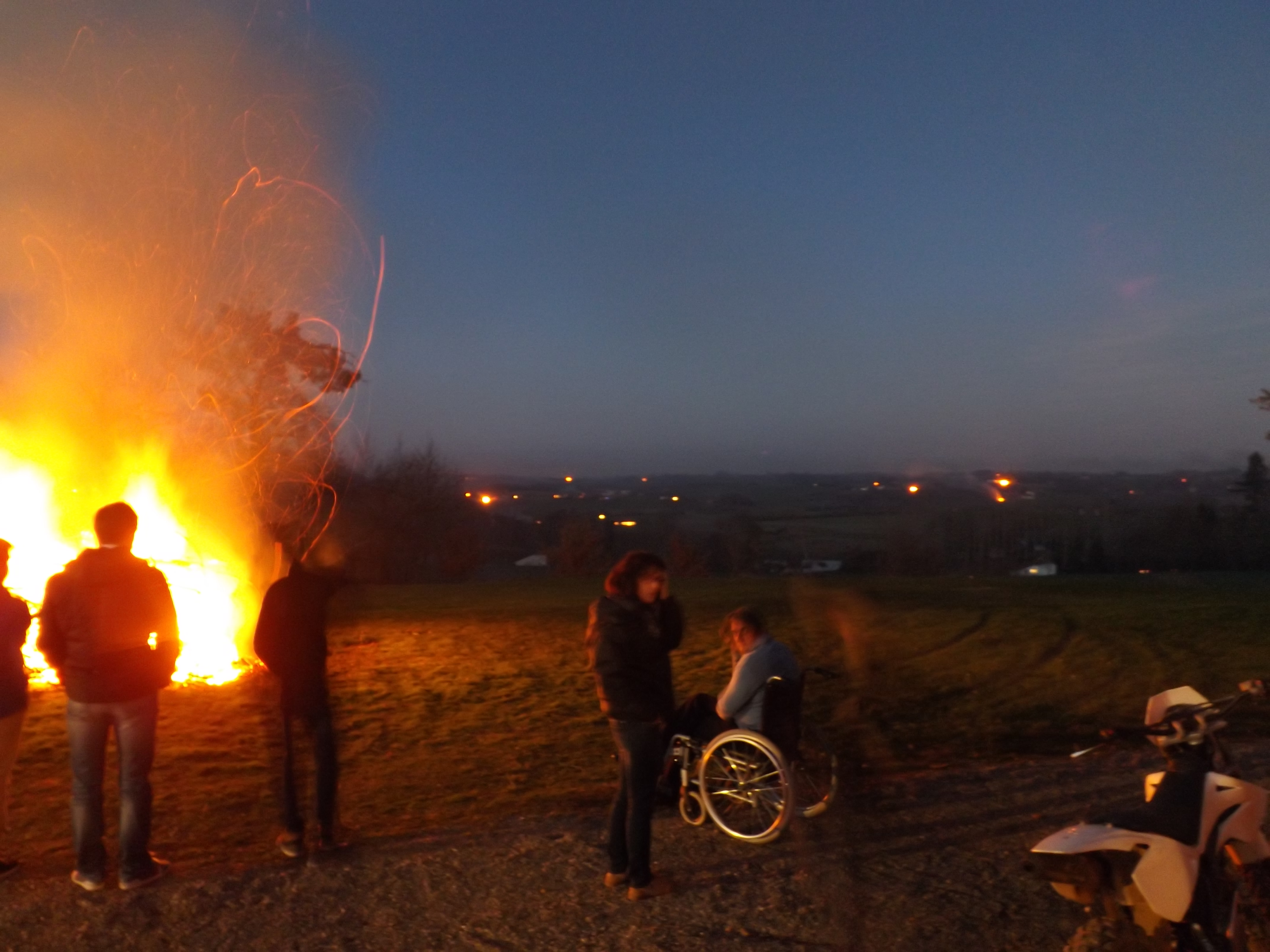
Kerstverlichting op de heuvels van Doazit

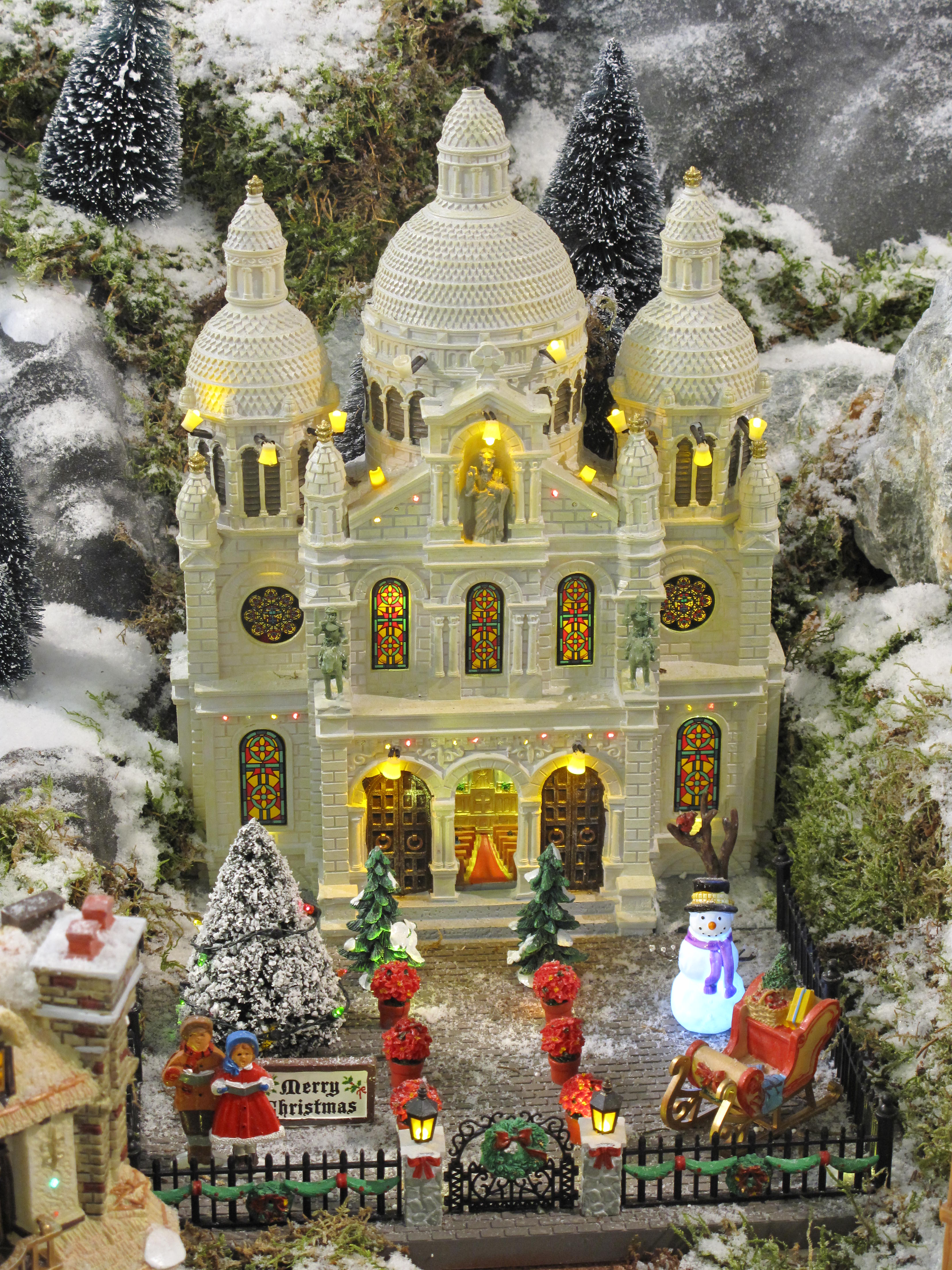
Model van de Sacre Coeur als kerstversiering

Kerstmis wordt in Frankrijk Noël genoemd. Het wordt hoofdzakelijk op religieuze wijze gevierd, alhoewel de wereldlijke viering ook voorkomt. Katholieken in Frankrijk geven cadeaus uit naam van Christus tijdens kerst. Mensen bezoeken de mis in de kerk en er worden kerststalletjes opgericht. Er kunnen extra santons ('kleine heiligen') aan de kerststallen worden toegevoegd. De santons zijn figuurtjes voor de kerststal uit de Provence, er zijn 55 verschillende figuren. De Duitse heersers vervingen in de 18e eeuw christelijke symbolen door Germaanse, zoals feeën en elfen.
Hier wordt de kerstman Père Noël (of Papa Noël) genoemd, wat vertaald kan worden met Vader Kerst. Anders dan de Amerikaanse kerstman verschijnt hij niet in jasje en broek, maar draagt hij een lang, rood gewaad met een puntmuts. Hij draagt zijn cadeautjes niet in een zak, maar in een doos op zijn rug. Andere benamingen zijn Paire Nadau (Occitaans), Tad Nedeleg (Bretons), Bizarzuri of Aita Noel (Baskisch) en Babbu Natale (Corsicaans). Mère Noël (Moeder Kerst) is de vrouw van Père Noël en de lutins helpen Père Noël. Tante Arie heeft in Franche-Comté de rol van cadeautjesbrenger tijdens kerst. Ook bekend zijn oude man Chalende en Barbassionne.
Na de Tweede Wereldoorlog werd het Amerikaanse karakter van de Kerstman in Frankrijk geïntroduceerd als onderdeel van het Marshall Plan. De jonge priester Jacques Dijon Nourissat veroordeelde het karakter tot de brandstapel, hij was verontwaardigd over de beeltenis van het karakter in warenhuizen in Dijon. De brandstapel werd op 23 december 1951 opgericht bij de kathedraal van Dijon. Deze gebeurtenis gaf aanleiding tot verhitte debatten tussen de katholieke schrijvers Gilbert Cesbron en François Mauriac (die kritiek hadden op de commercialisering van de Kerstman) en Rene Barjavel, Jean Cocteau en Claude Levi-Strauss. 
De acht rendieren worden in het Frans Tornade, Danseur, Furie, Fringant, Comète, Cupidon, Éclair en Tonnerre genoemd. Het, later geïntroduceerde, negende rendier heet Rudolphe.
In Frankrijk en bepaalde andere Franstalige gebieden (bijvoorbeeld Canada) wordt op kerstavond een lang familiediner gehouden, een réveillon genaamd. De naam van dit diner is gebaseerd op het woord réveil ('ontwaken'), omdat deelname inhoudt dat men wakker blijft tot middernacht en daarna. Réveillon is over het algemeen van uitzonderlijke of luxueuze aard. Voorgerechten kunnen kreeft, oesters, escargots of foie gras, enz. omvatten. Een traditioneel gerecht is kalkoen met kastanjes. Het dessert kan bestaan uit een bûche de Noël. In de Provence wordt de traditie van de treize desserts (13 desserts) gevolgd, waarbij bijna altijd pompe à l'huile (een gearomatiseerd brood), dadels, enz. worden opgenomen. Bij dergelijke diners wordt meestal kwaliteitswijn gedronken, vaak met champagne of soortgelijke mousserende wijnen als afsluiting. Er kunnen ook kerstliederen worden gezongen.
In Frankrijk wordt ook een houtblok naar huis gehaald. Het blok heeft verschillende regionale namen: chalendal, calignaou, tréfoir en tréfouet. In de Provence moest het van een fruitboom worden gekapt; het werd door het hele gezin naar binnen gebracht, terwijl ze een kerstlied zongen waarin ze baden om zegeningen voor het huis voor wat betreft bijvoorbeeld de oogst. Voordat het blok op het vuur werd gelegd, goot het jongste kind in het gezin er wijn op.
Kinderen zetten hun schoen bij de haard of onder de kerstboom. Kinderen schrijven ook brieven aan Père Noël. In 1962 opende Jacques Marette, minister van PTT, een postbus voor Père Noël in Hôtel des Postes. In 1967 werd deze door Robert Boulin verplaatst naar Libourne. De eerste reactie aan de schrijvers van de brieven werd geschreven door Françoise Dolto.
Het lijkt erop dat de traditie van de sparrenbomen versierd met appels voor het eerst bekend was in Straatsburg in 1605.

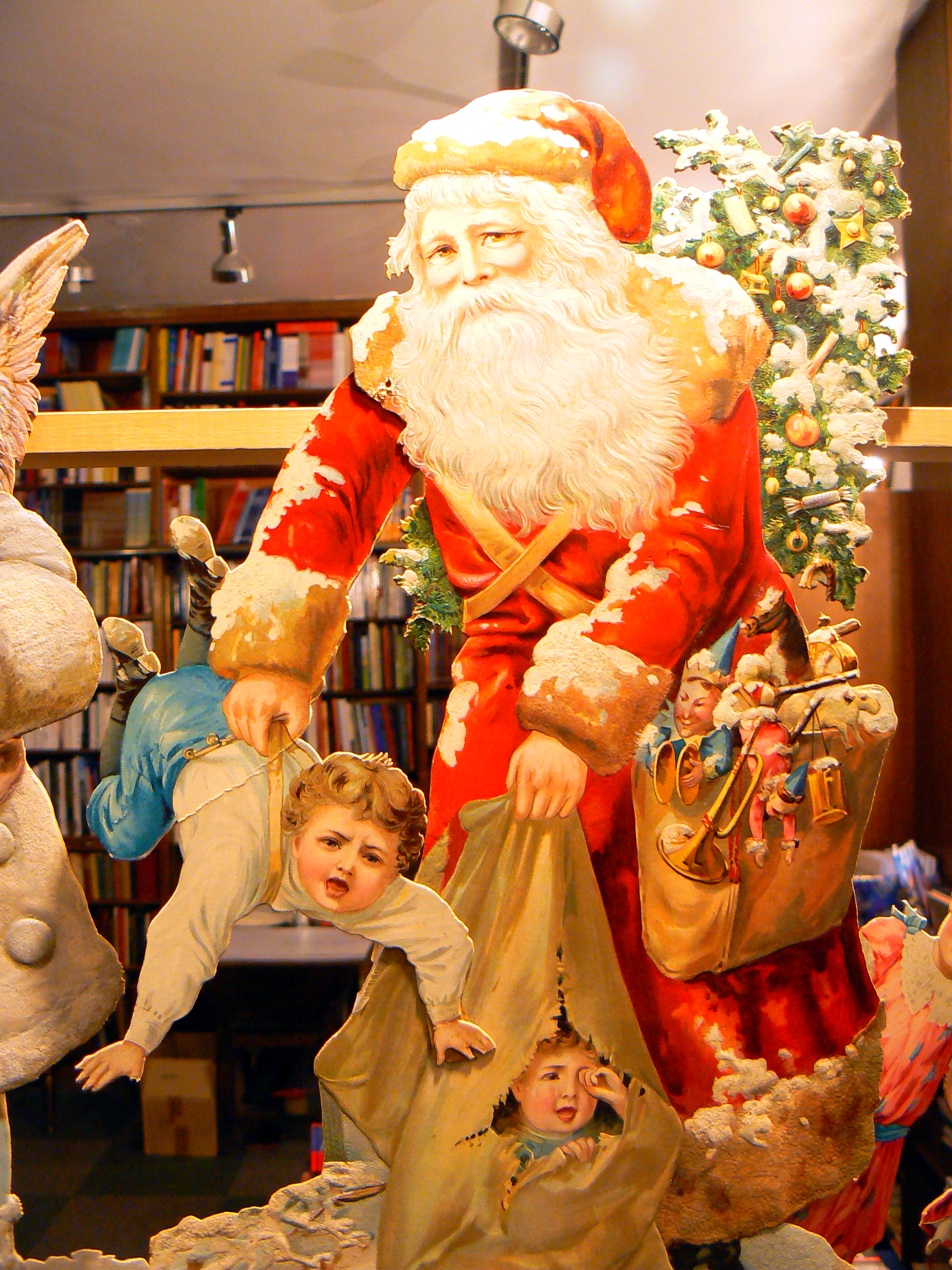
Père Noël stopt kinderen in zijn zak, Straatsburg
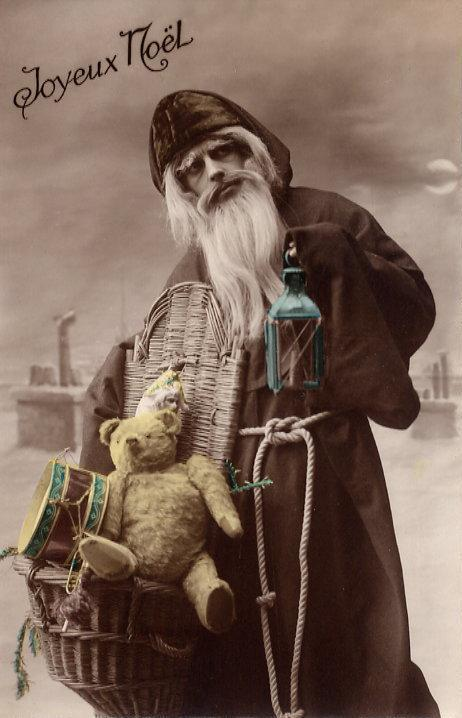
Joyeux Noel, ca. 1910
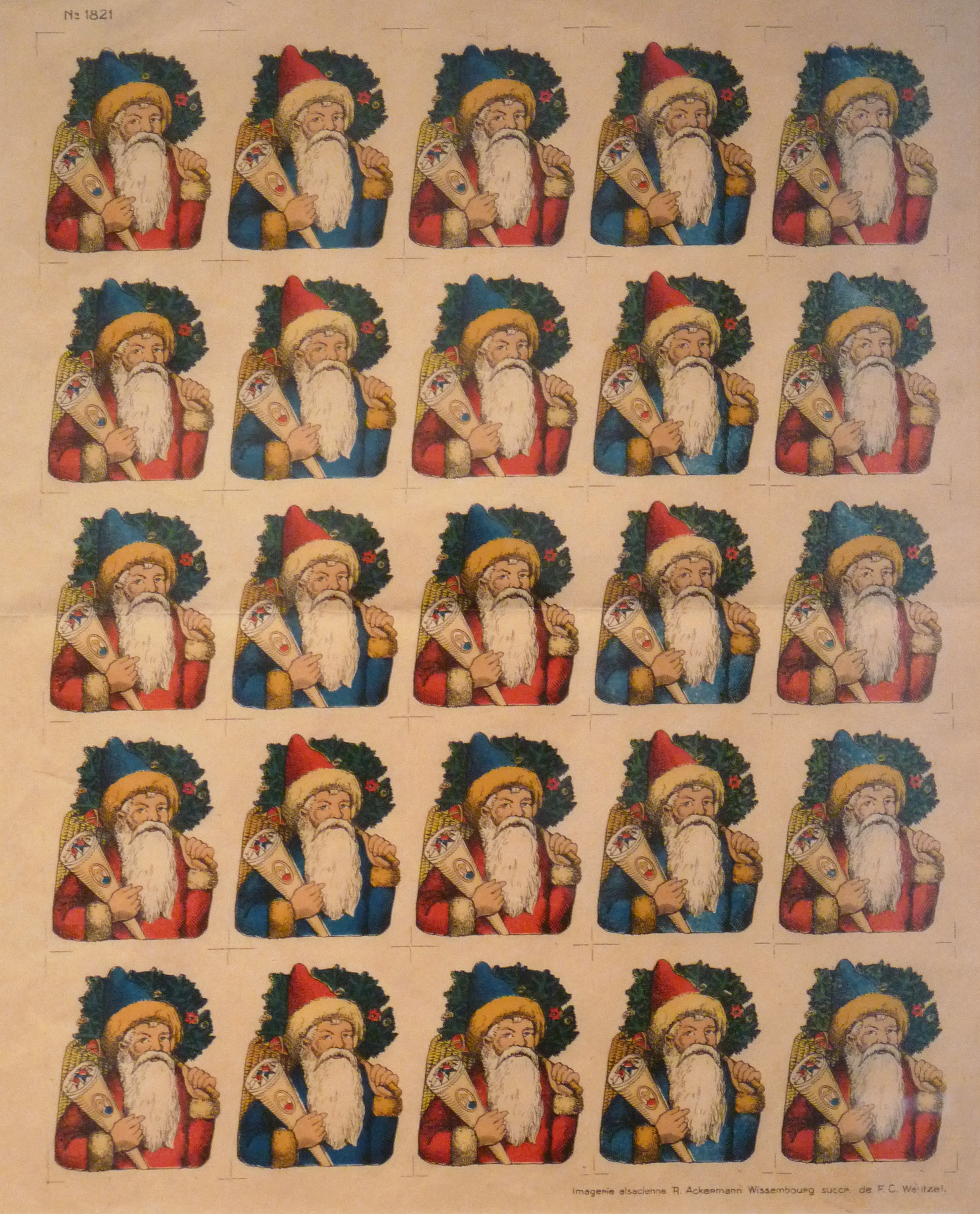
Afbeeldingen van Père Noël voor op de pains d'épice (Franse peperkoek), Musée alsacien
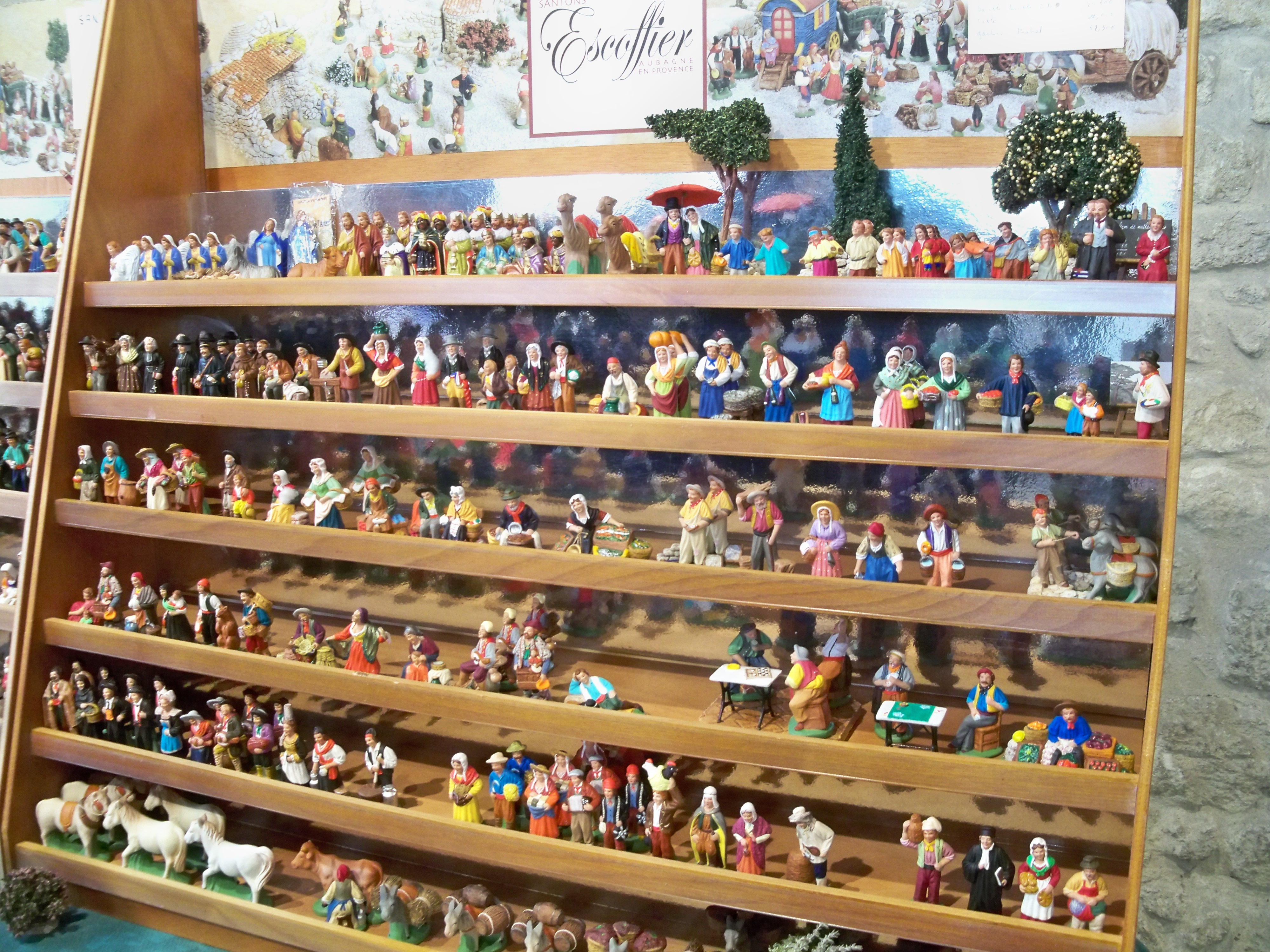
Santons
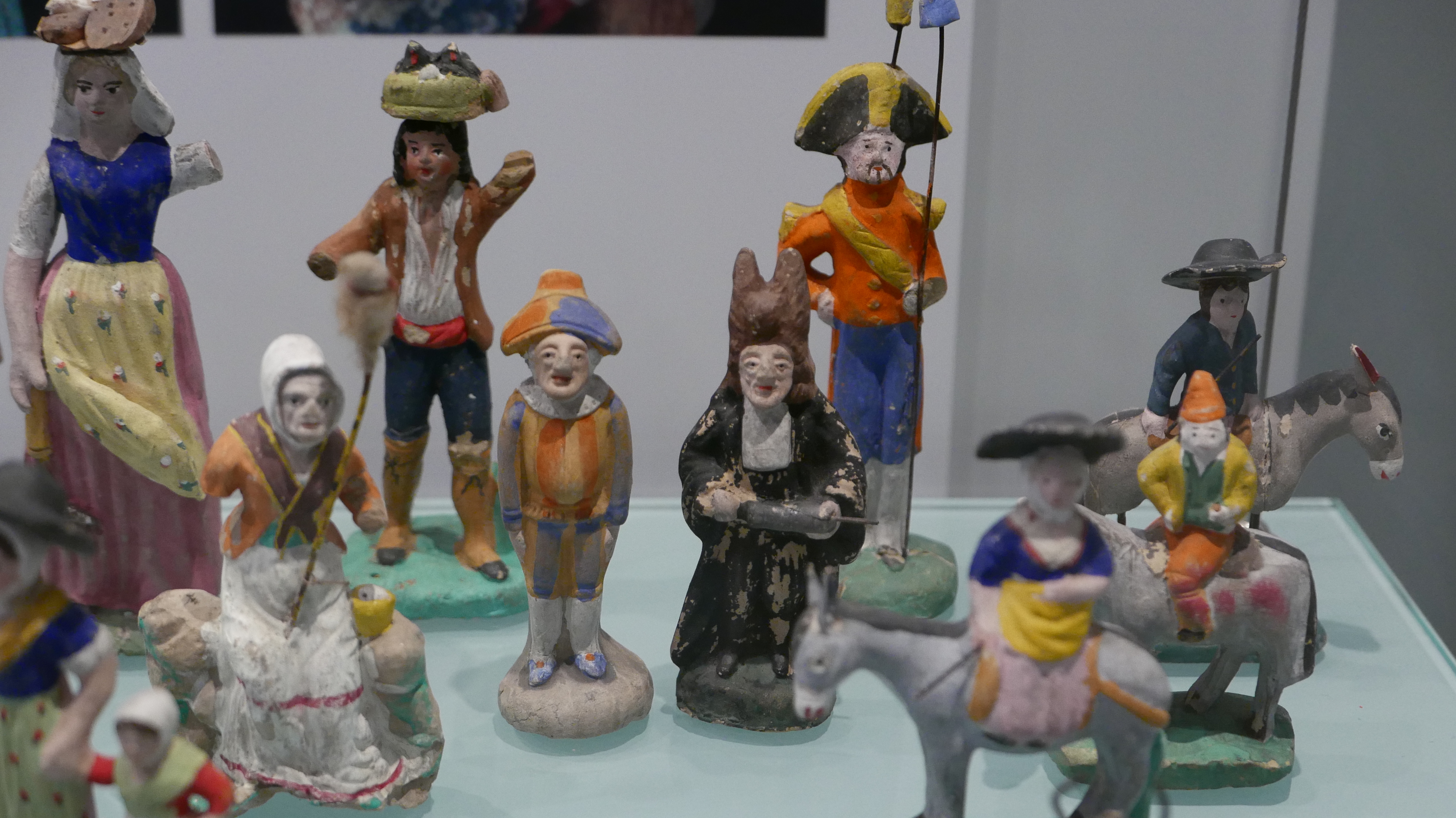
Santons in Musée des Alpilles, Bouches-du-Rhône
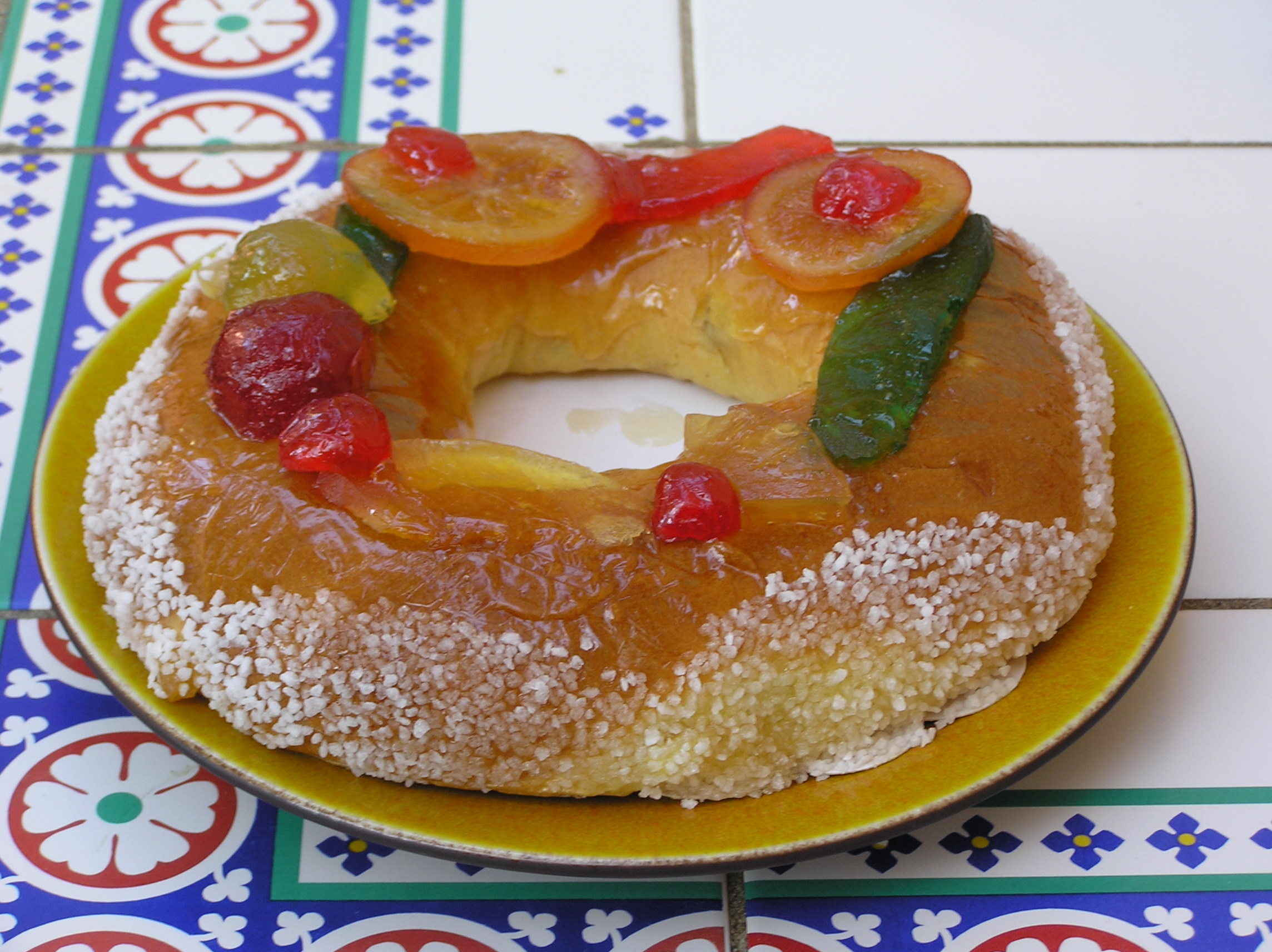
Koningentaart, Frankrijk
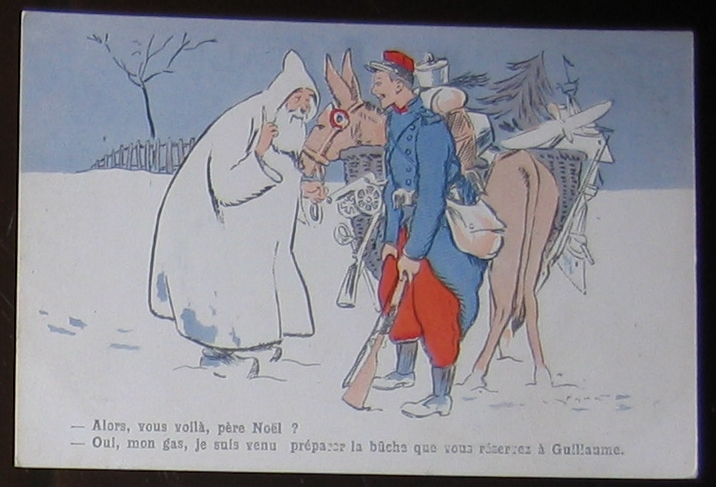
Patriottische kerstkaart uit 1914
Tante Arie en haar ezel brengen cadeaus aan de kinderen, 1880
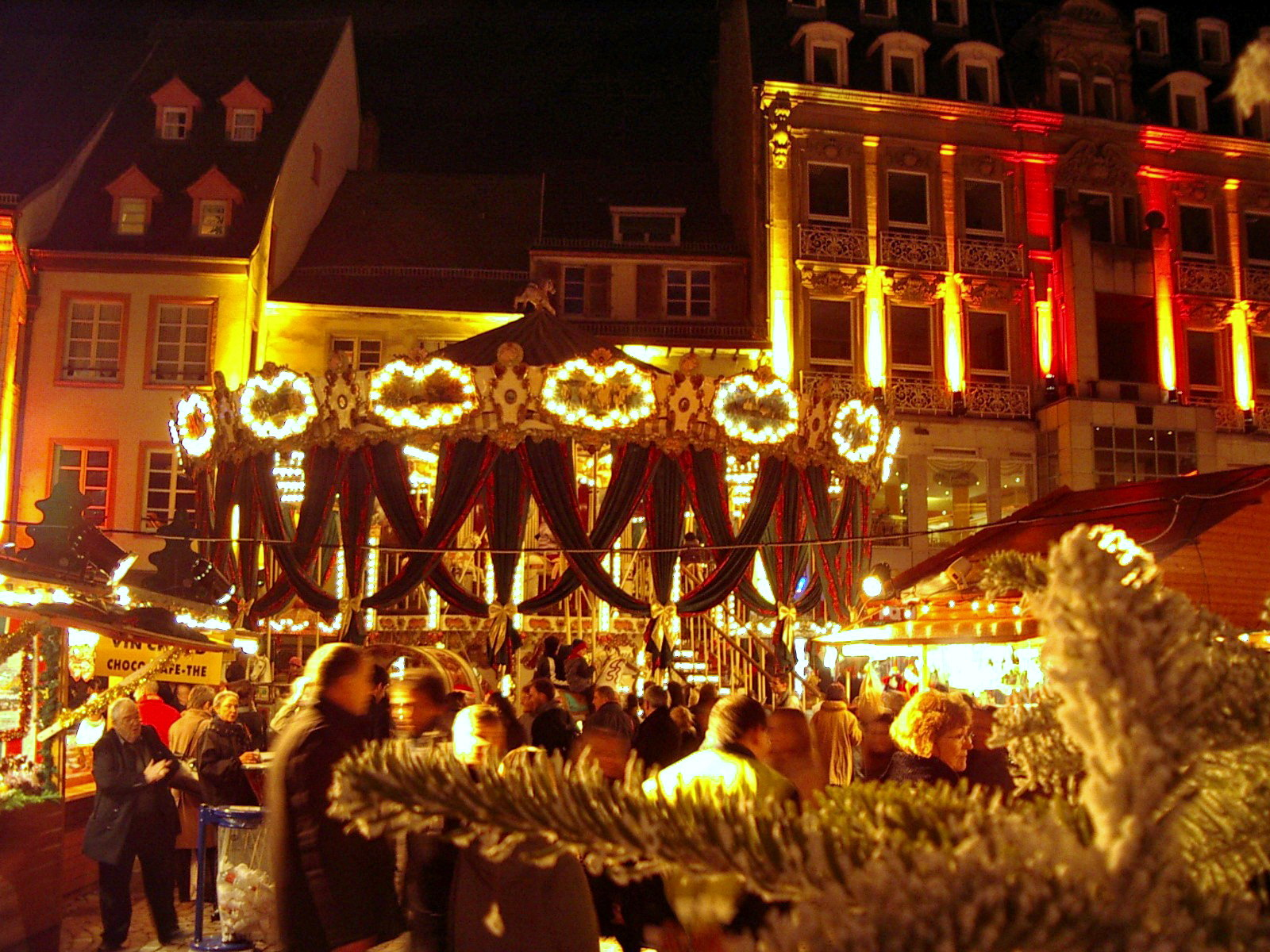
Kerstmarkt in Mulhouse (Elzas), 2003
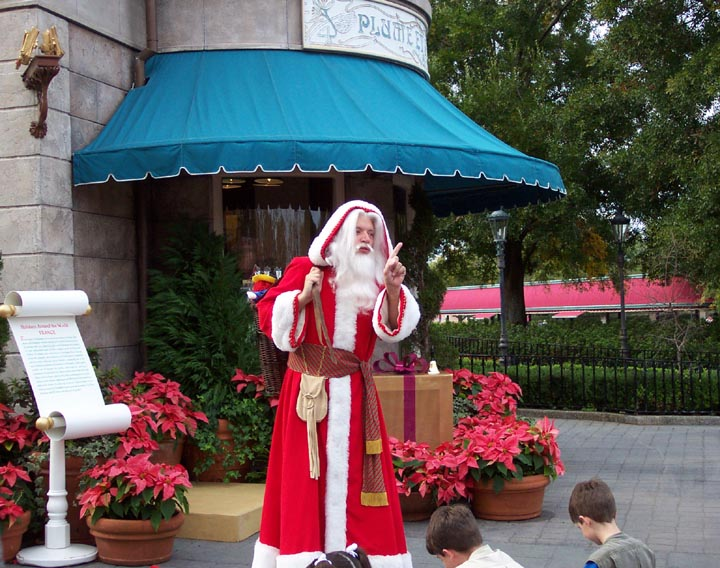
Père Noël, 2004
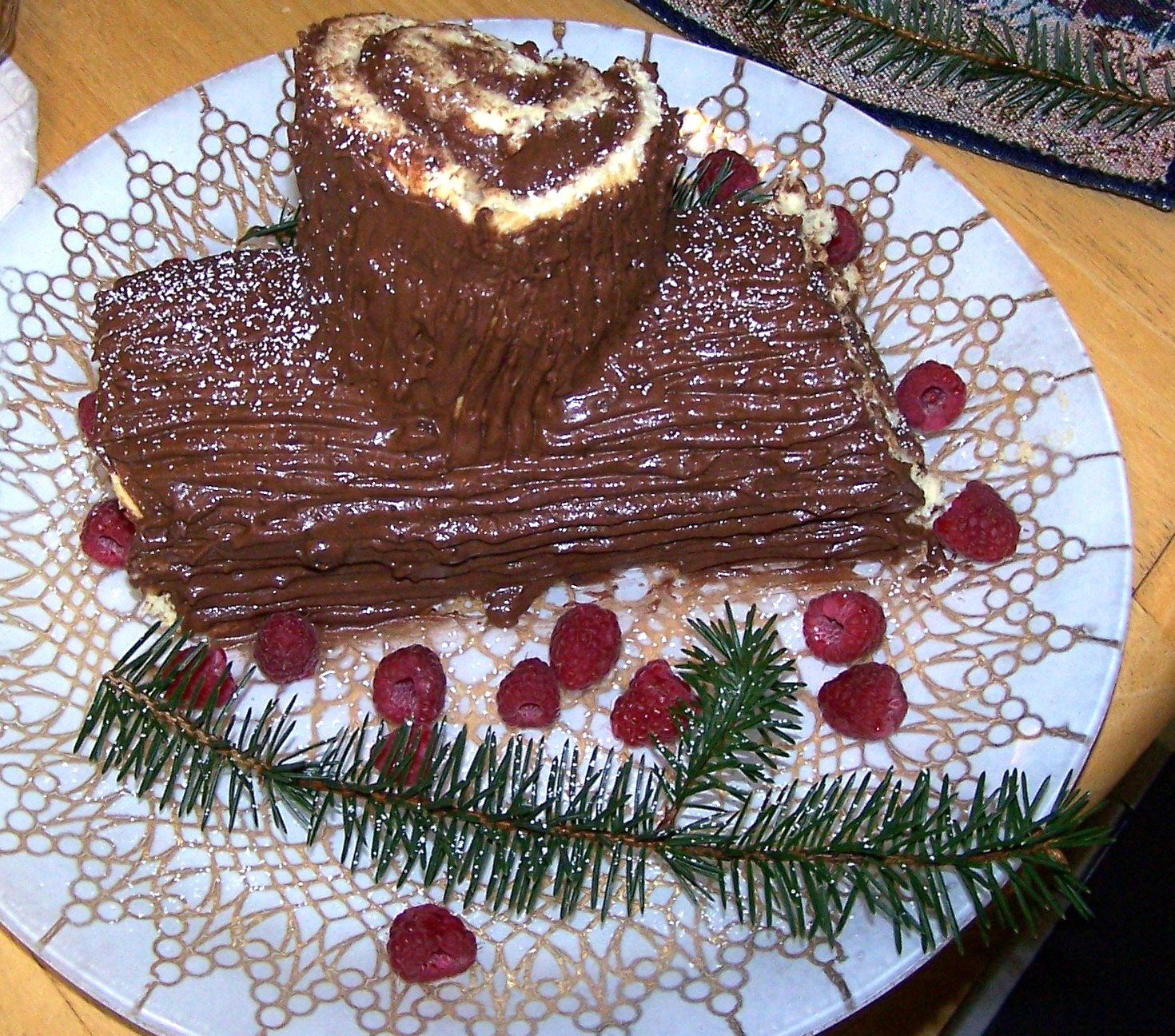
Bûche de Noël
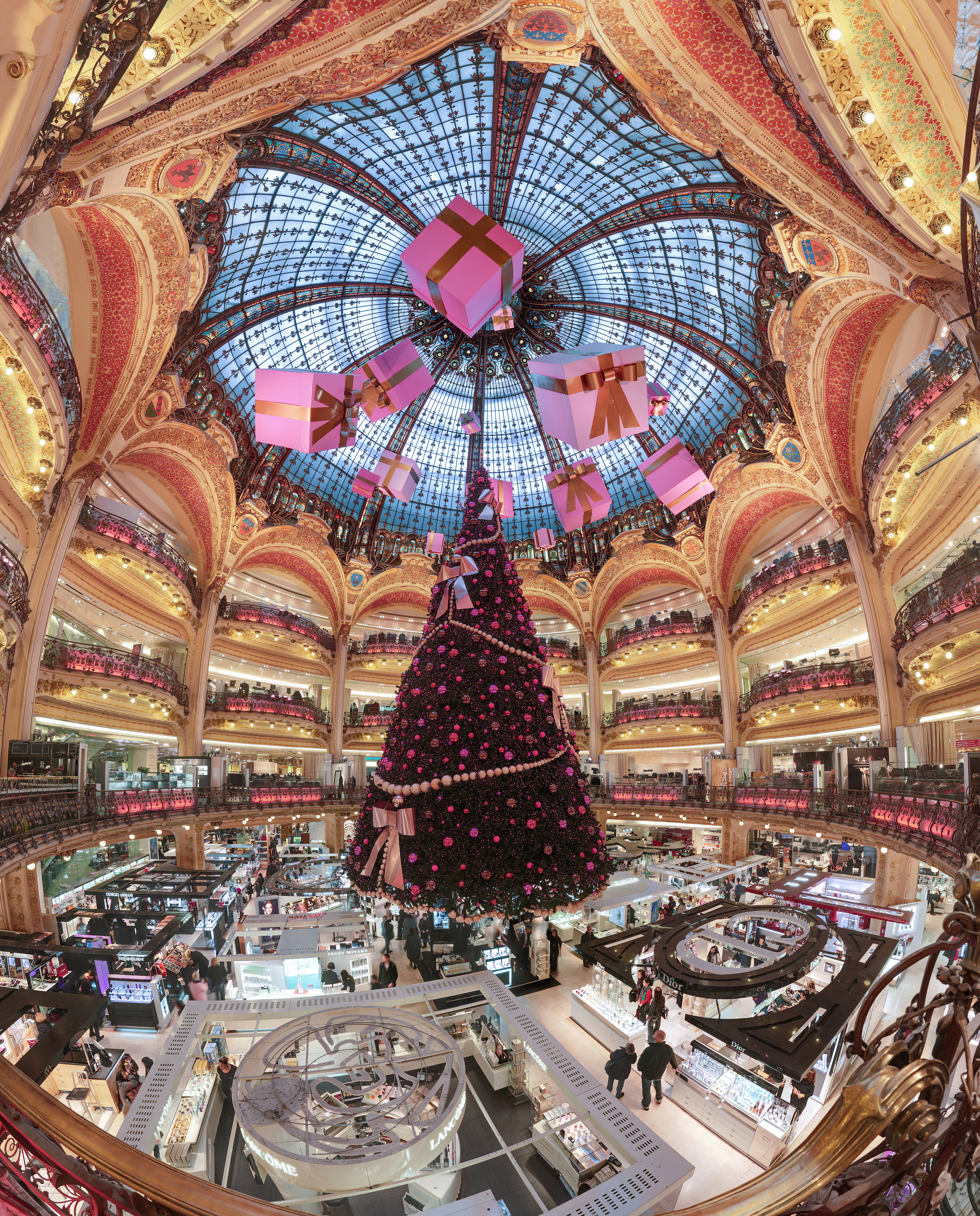
Kerstversiering in warenhuis Lafayette
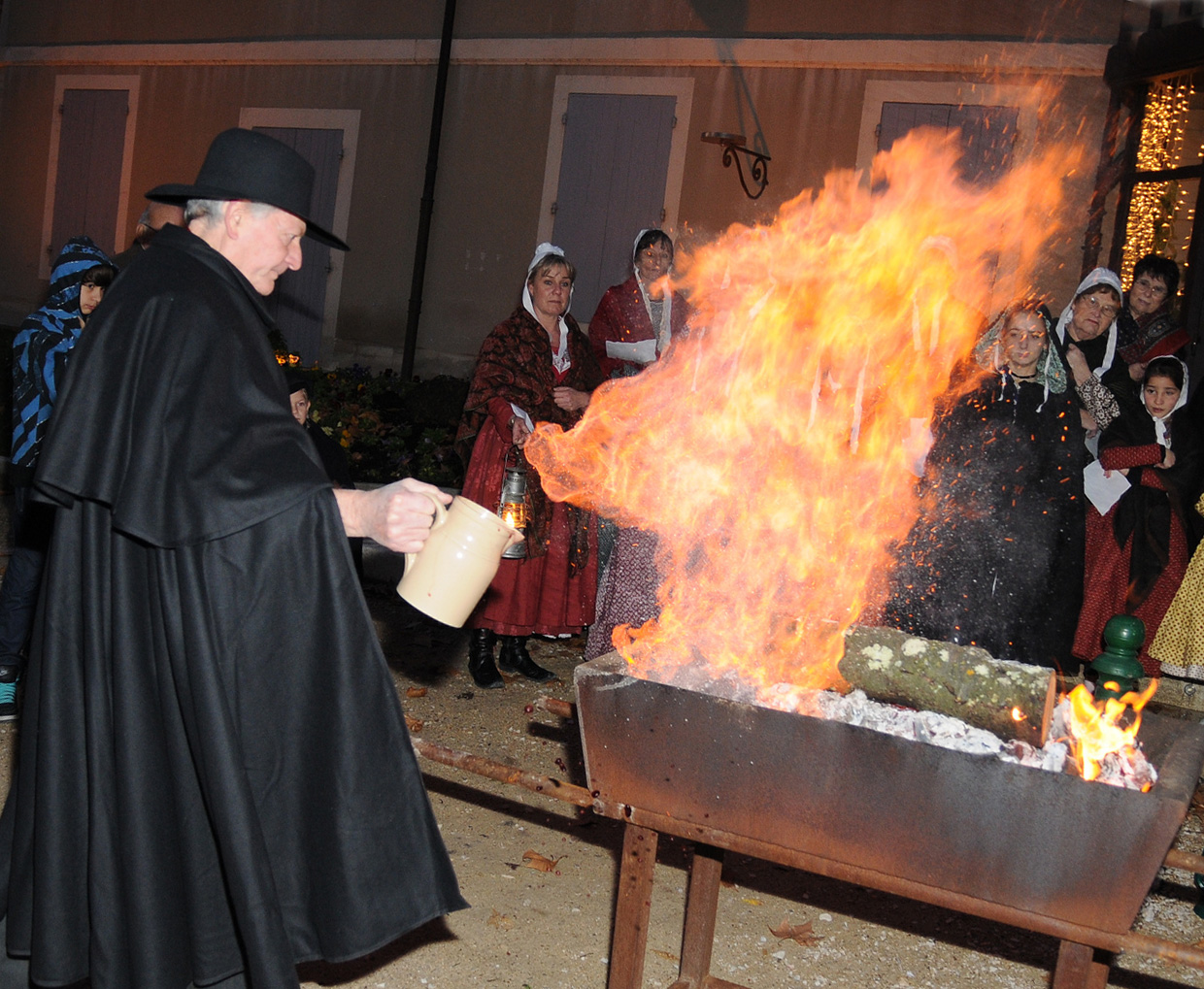
Verbranding van de bûche du cacho fio
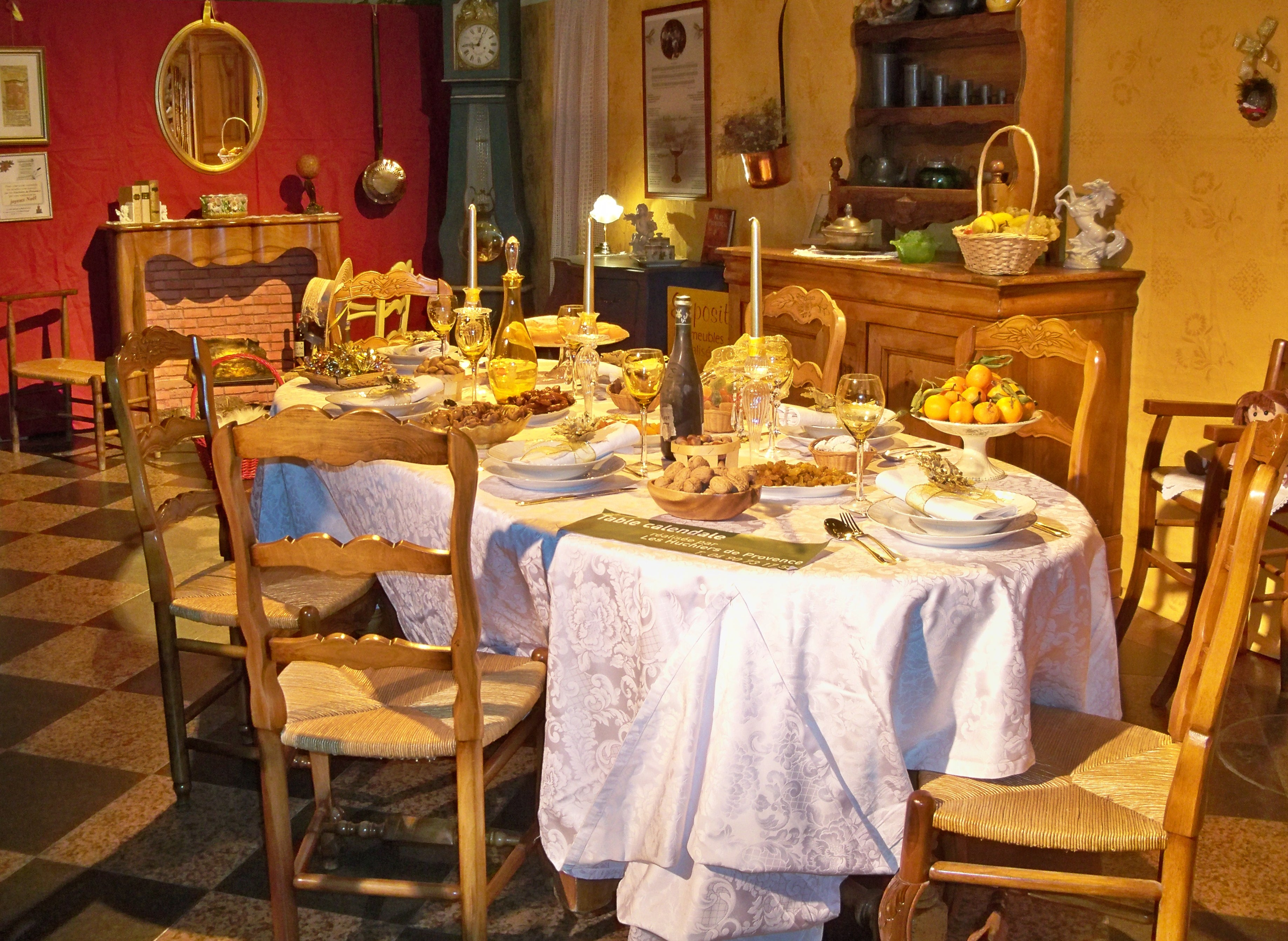
Tafel gedekt voor het souper de Noël (kerstdiner)
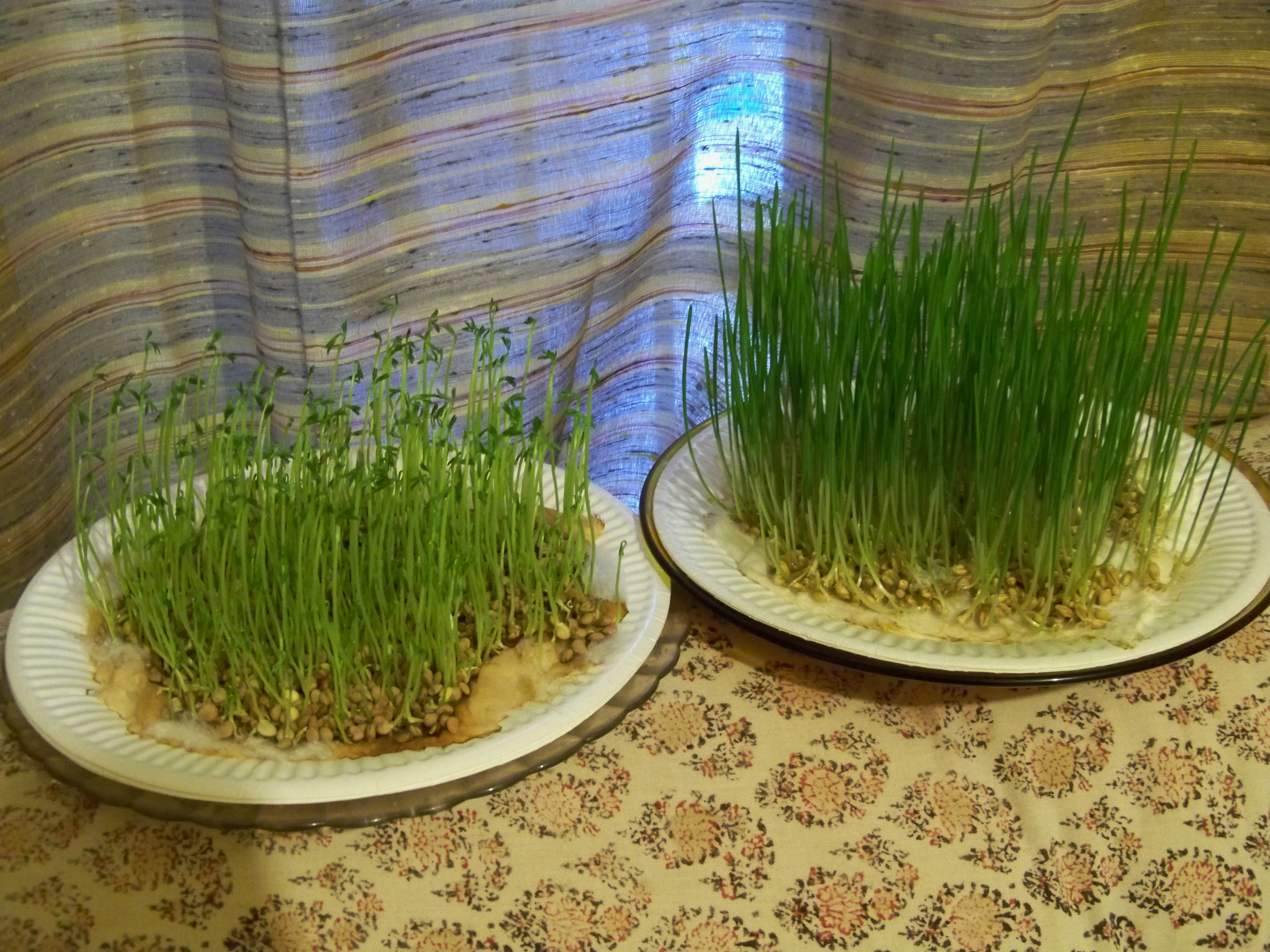
Tarwe en linzen voor Sainte Barbe, een Provençaalse kersttraditie
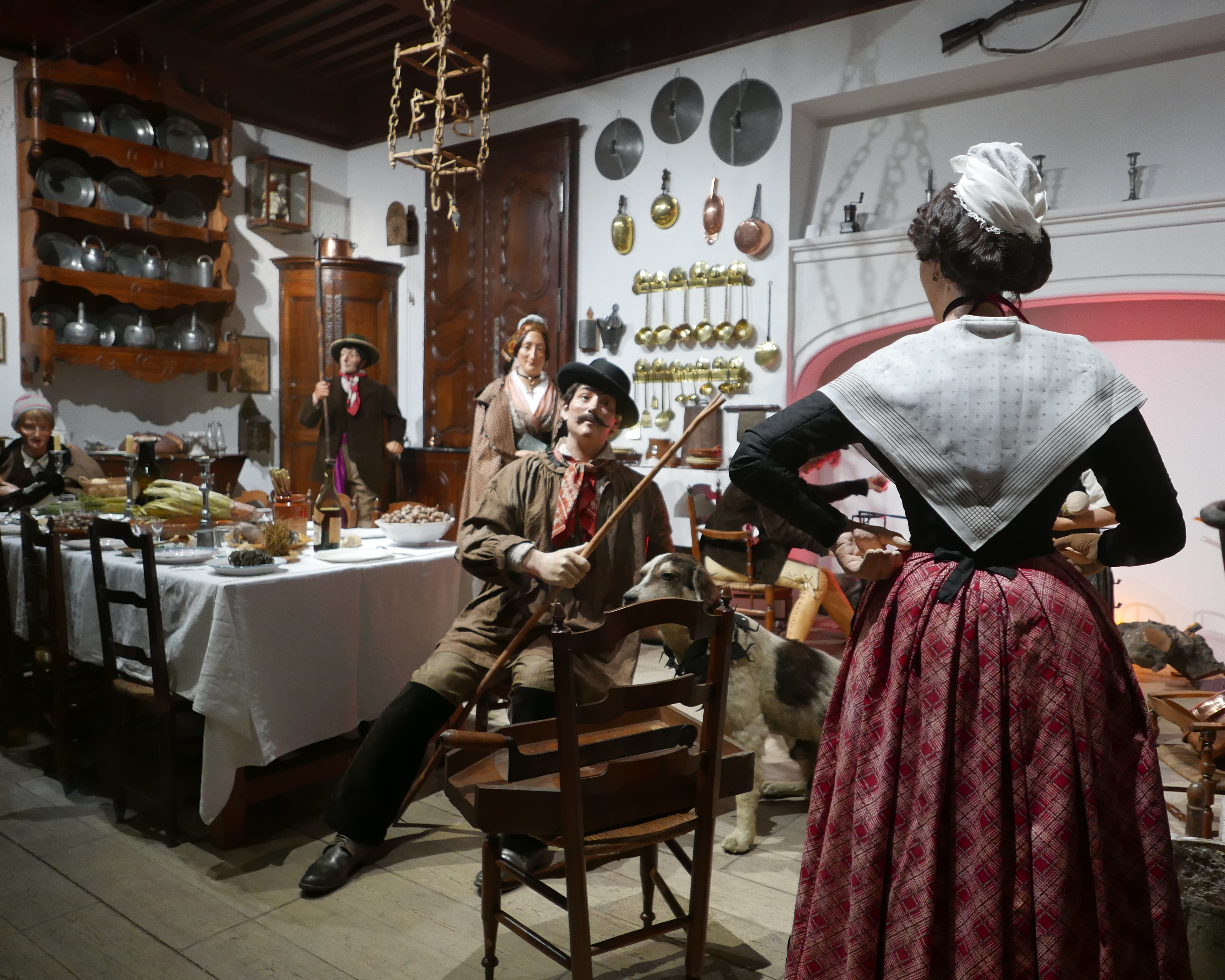
Een kamer in Museon Arlaten in Bouches-du-Rhône in het teken van kerstavond
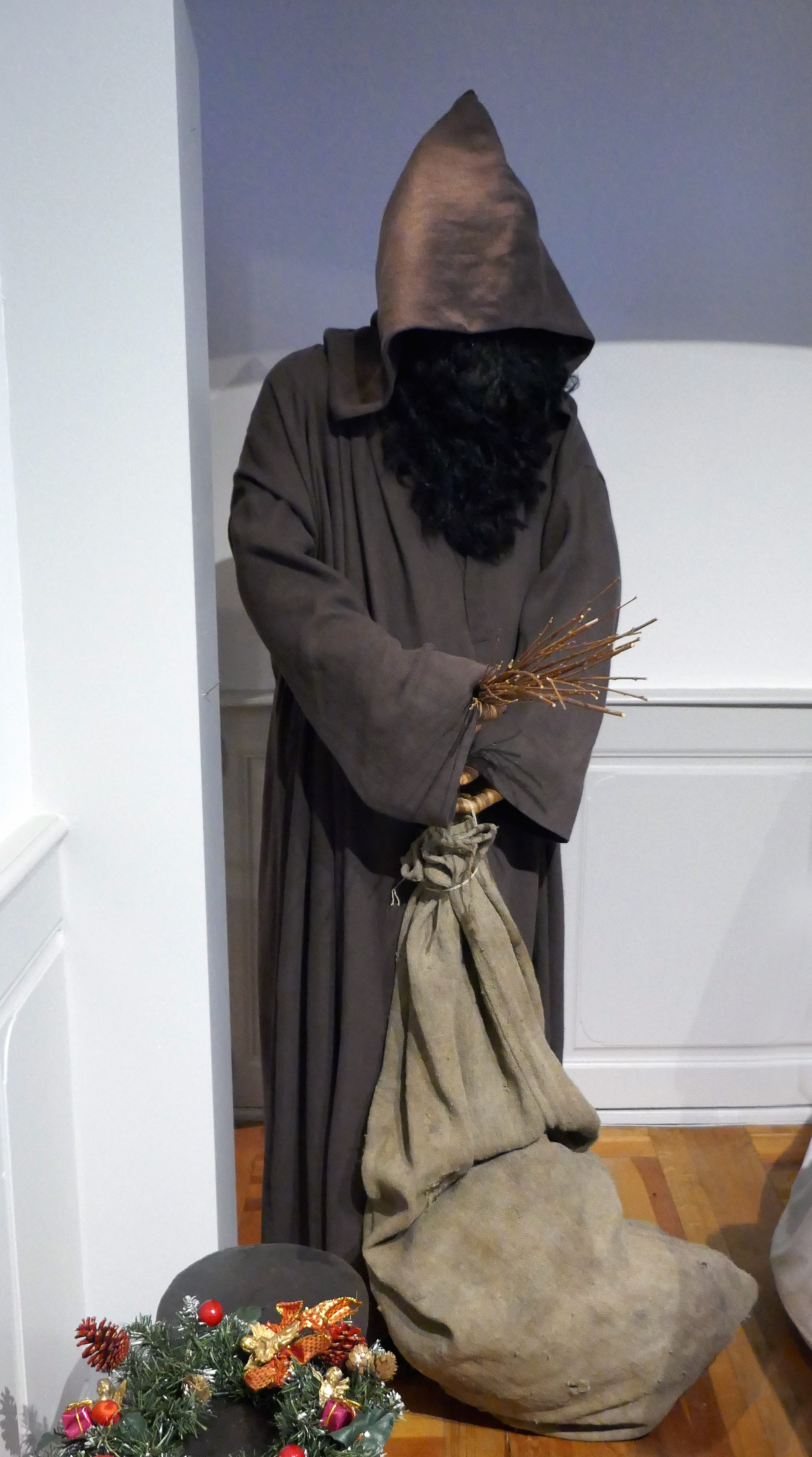
Kostuum van Hans Trapp in Musée alsacien de Strasbourg, 2018
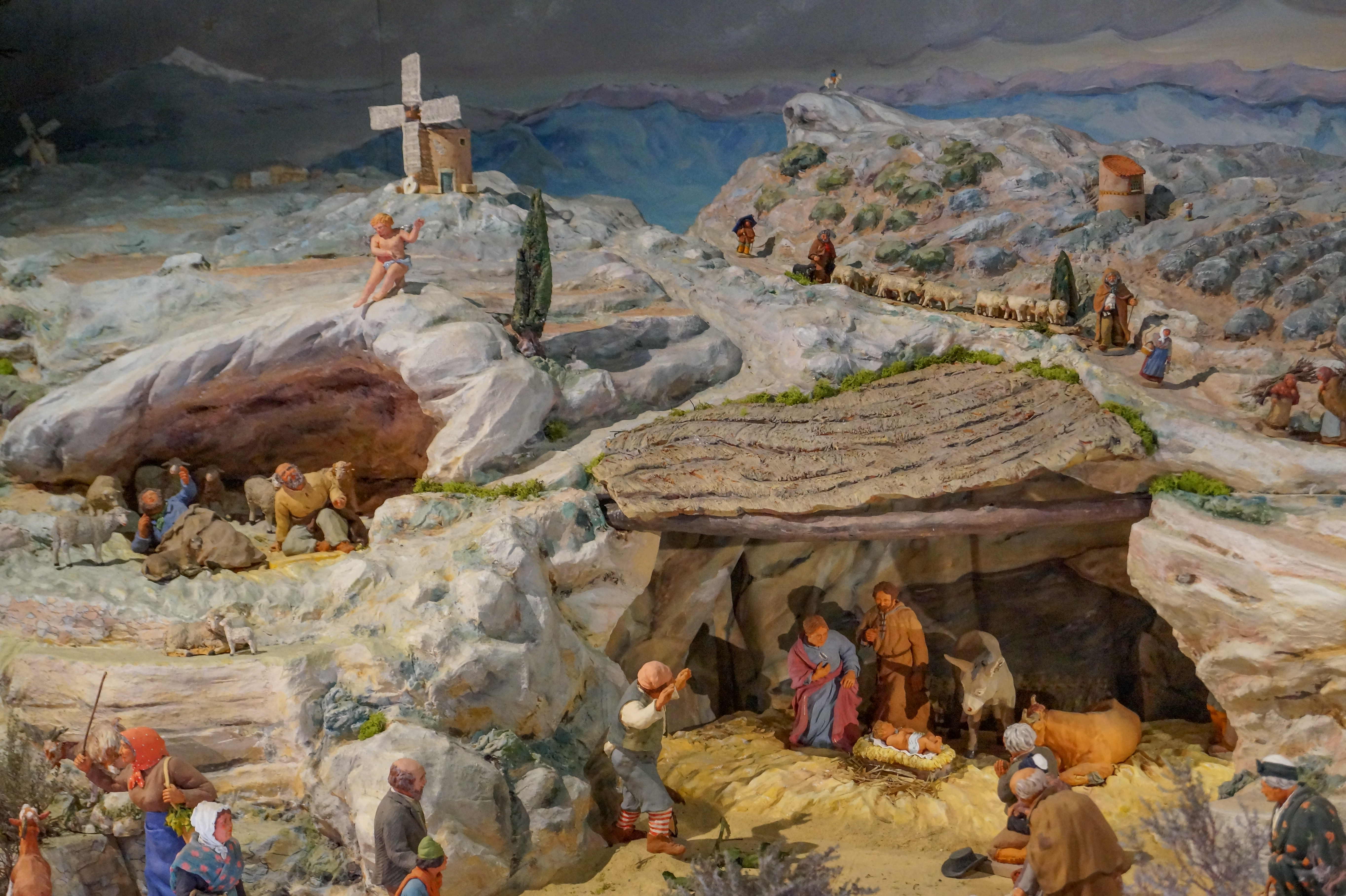
Kerststal in de Notre Dame de Paris
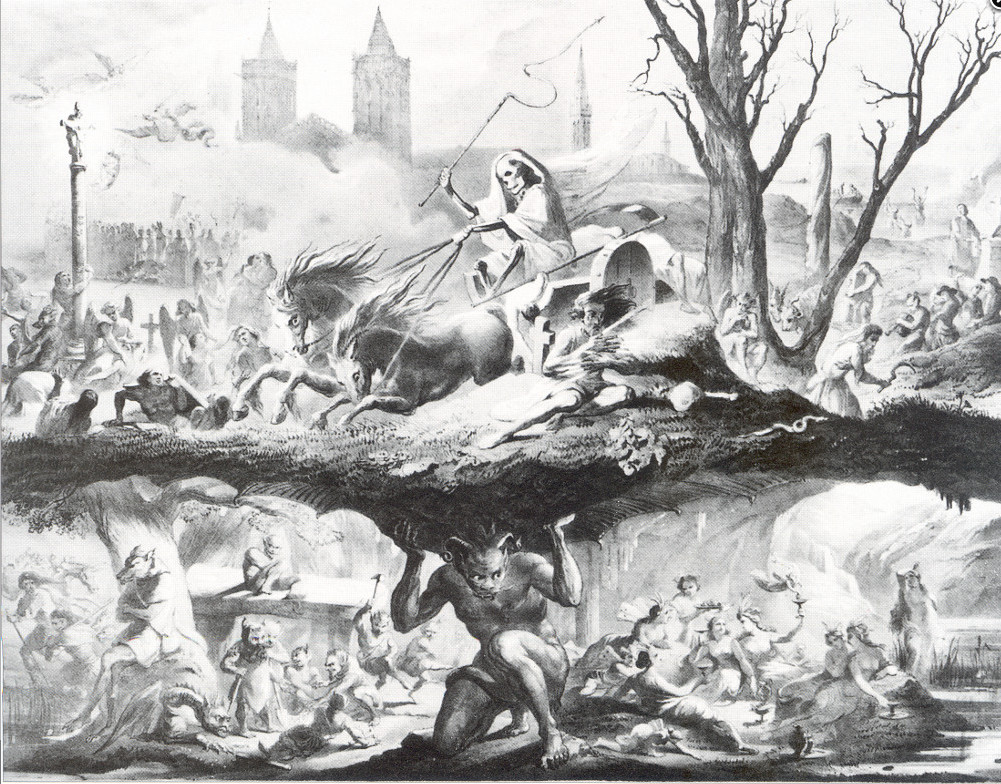
De wonderen van kerstnacht, Musée de Bretagne, Rennes
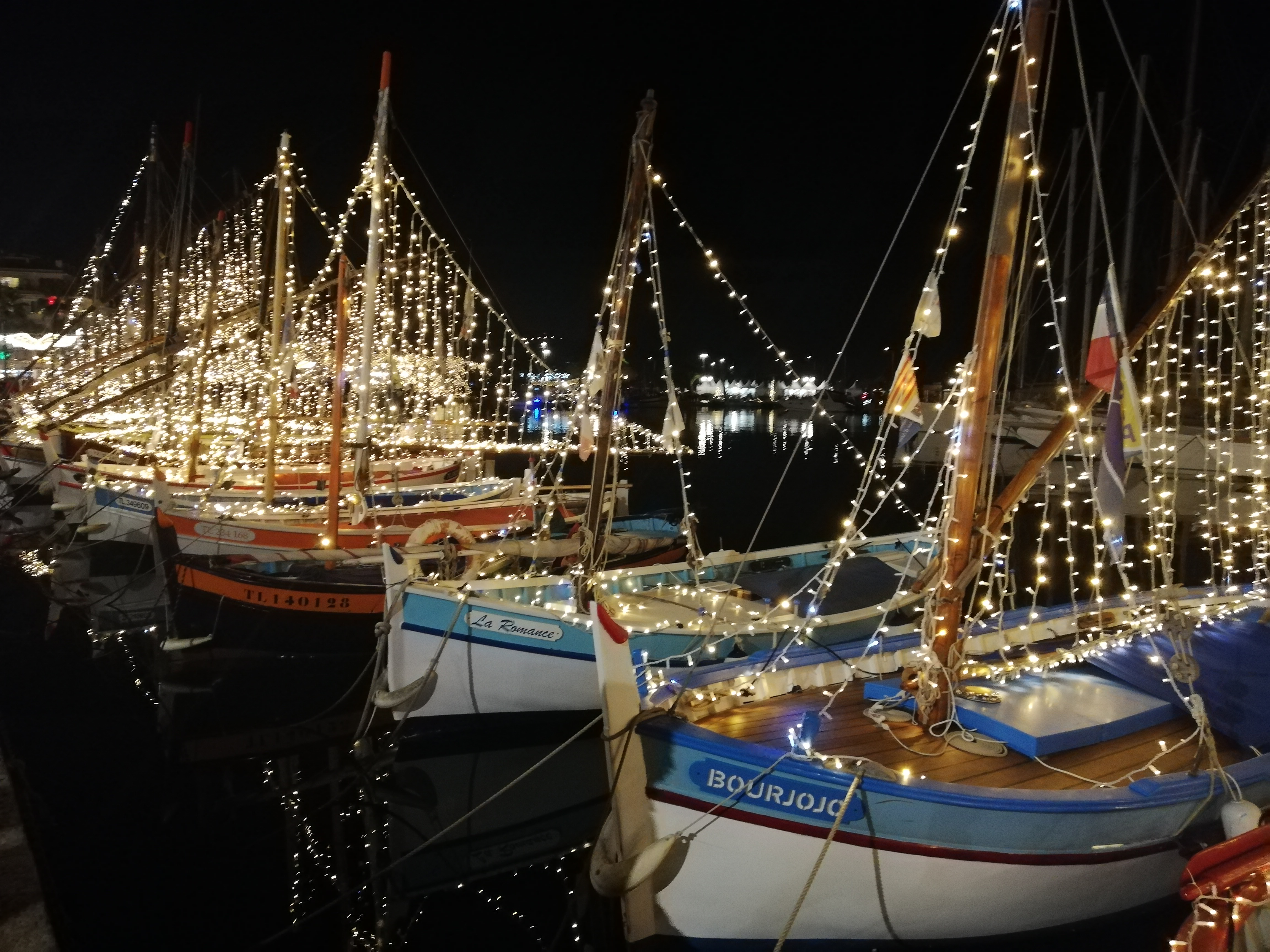
Kerstverlichting in de haven van Sanary-sur-Mer

## Gambia

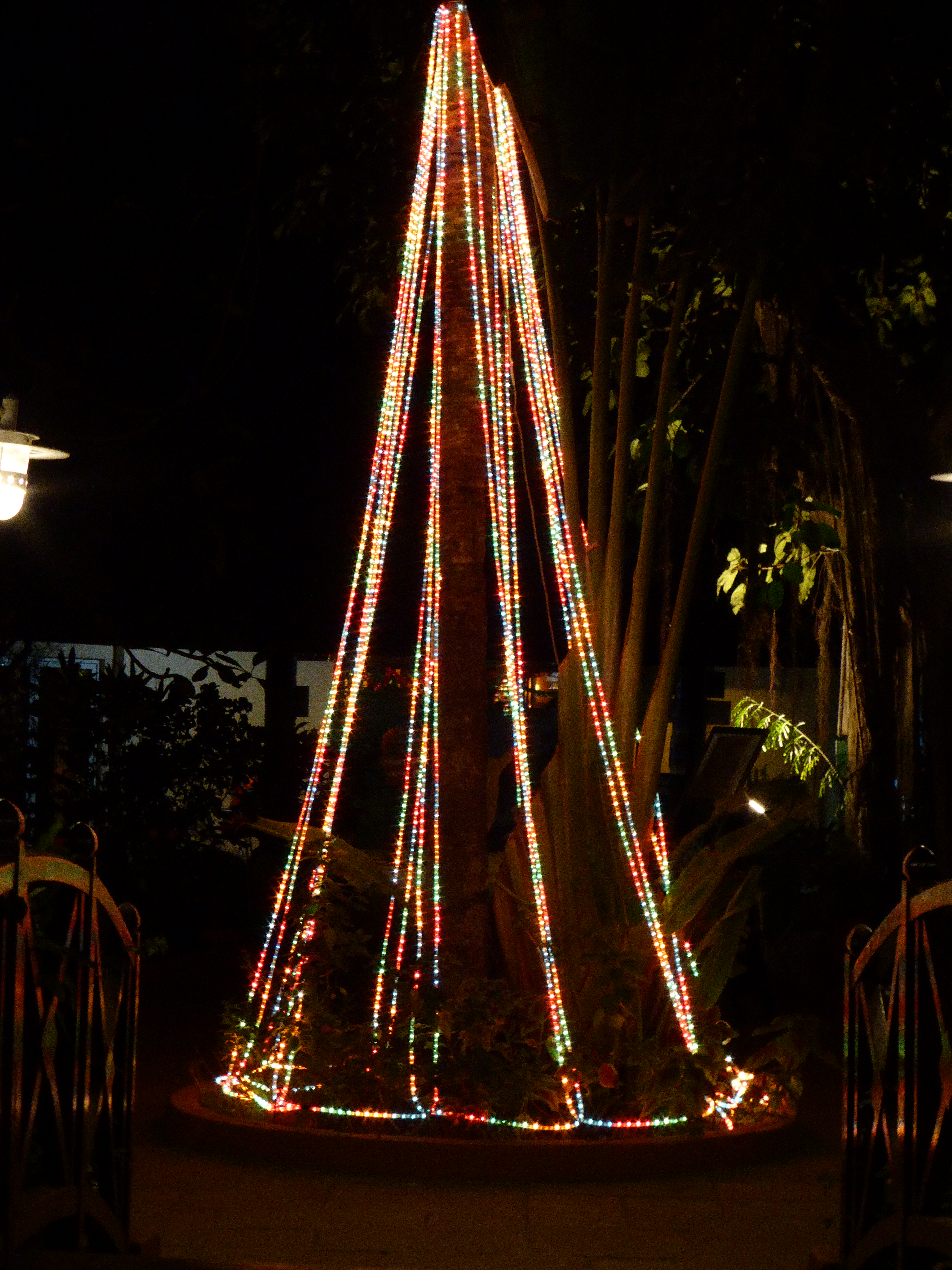
Kerstboom in Gambia, 24 december 2013
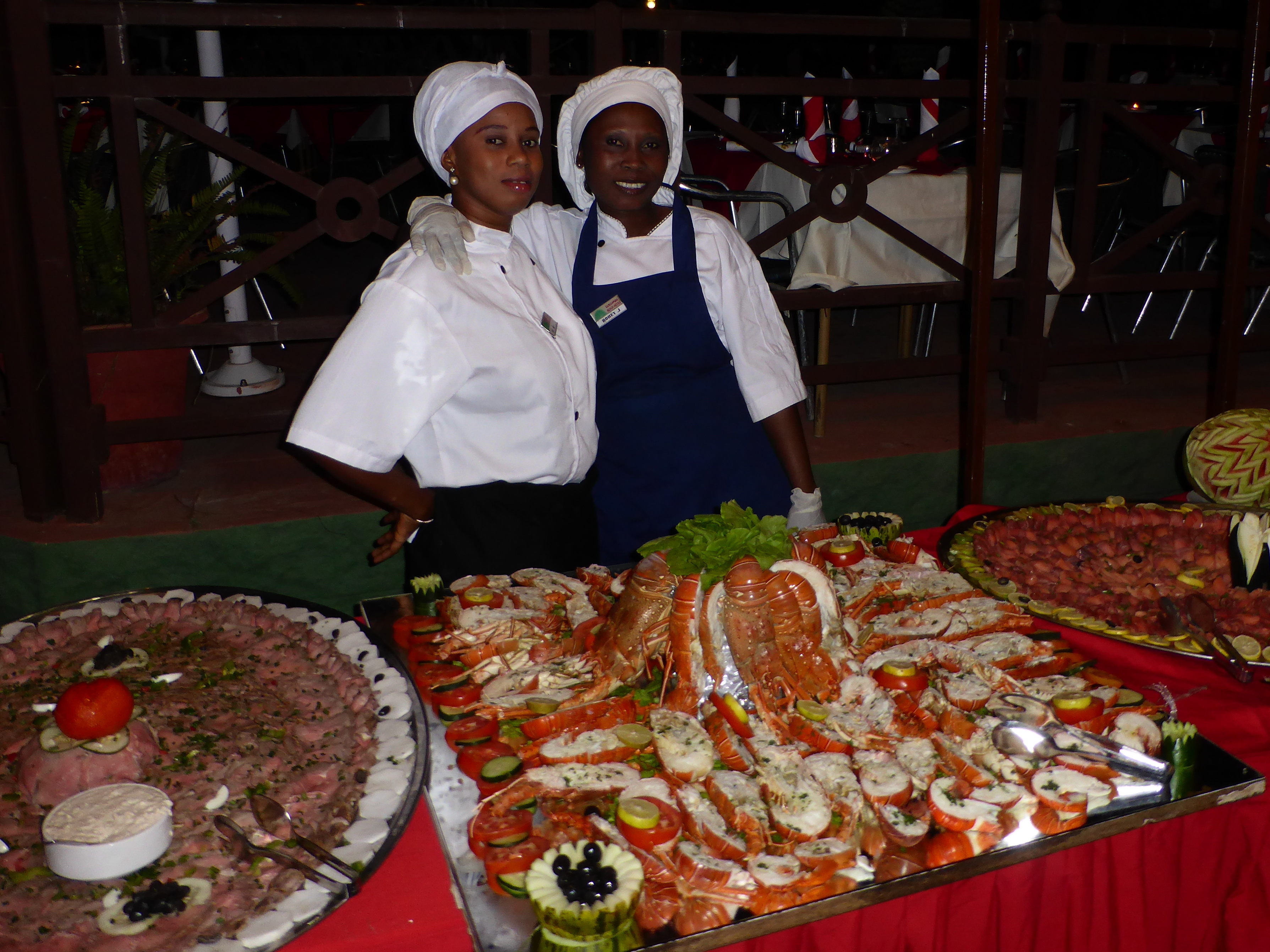
Buffet voor het kerstdiner in een hotel in Gambia

## Ghana

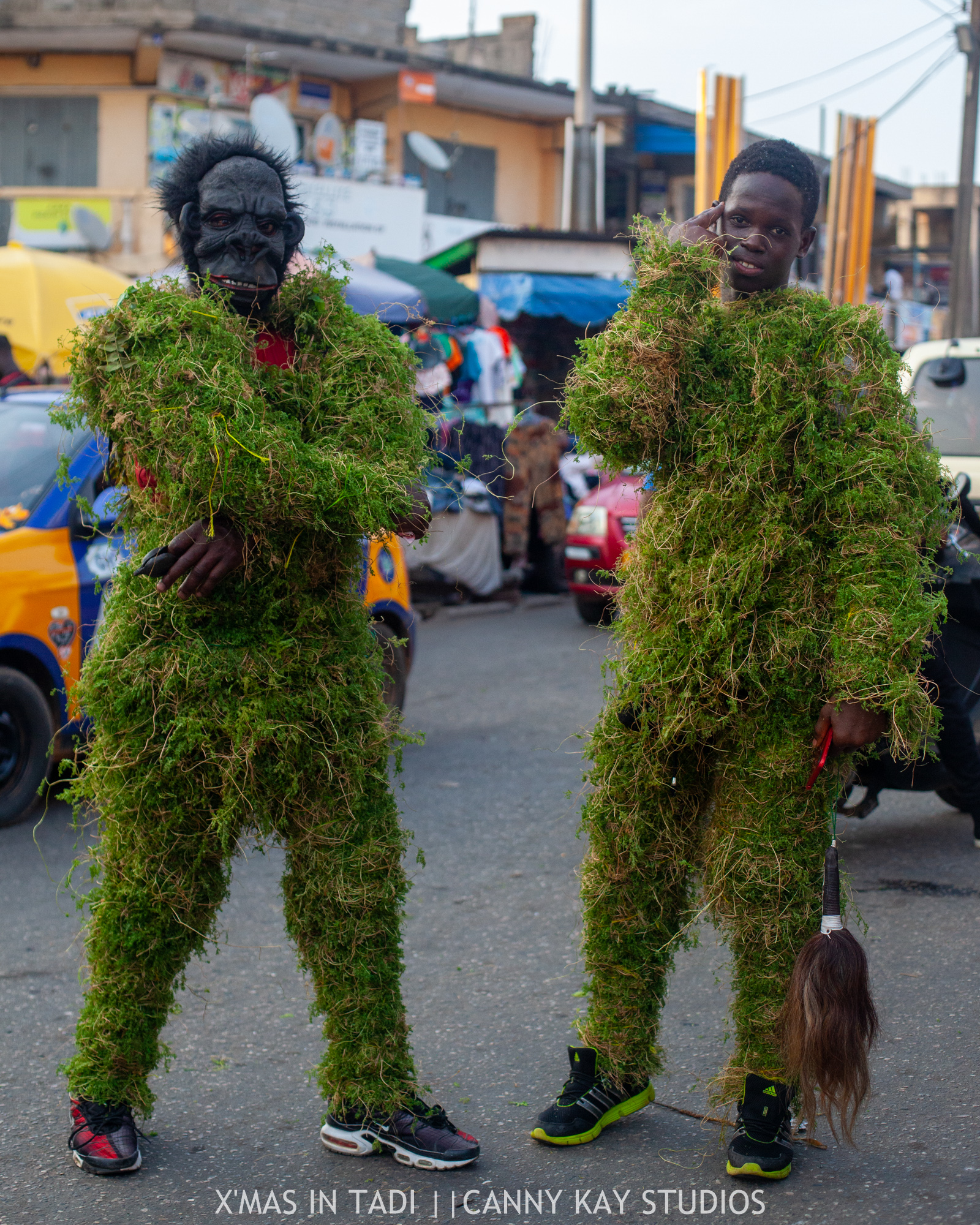
Jongens in kostuums gemaakt van grassen, X'Mas in Tadi, Ghana, 26 december 2020

## Georgië

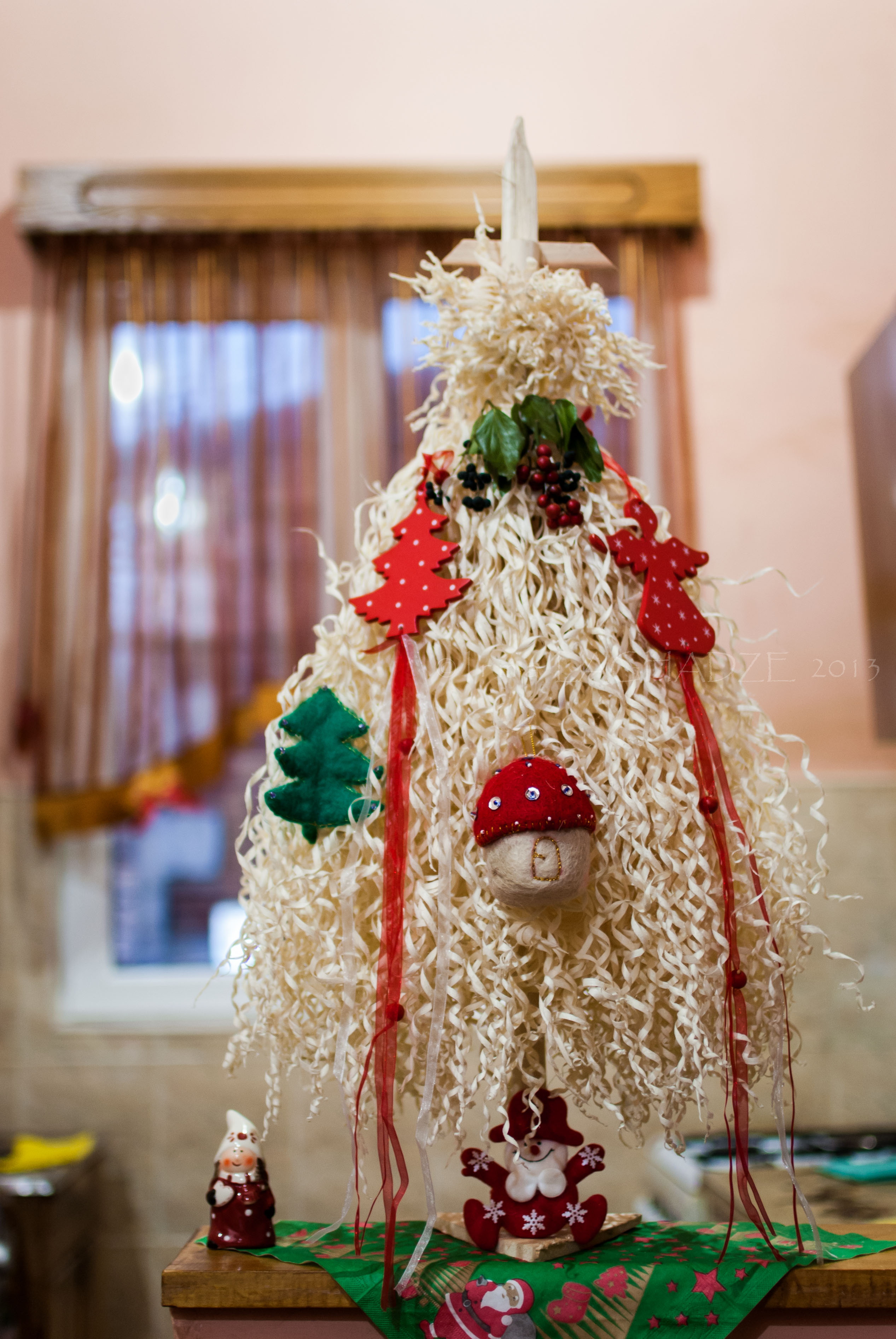
Tsjitsjilaki, een traditionele Georgische kerstdecoratie.

In Georgië worden traditionele decoratieve kerstbomen gemaakt van gesnoeide en gedroogde hazelaar- of walnoottakken die zijn geschaafd. In het Georgisch worden ze tsjitsjilaki genoemd (ჩიჩილაკი). Ze zijn 20 centimeter tot 3 meter groot en komen voornamelijk uit de west-Georgische regio's Goeria en Samegrelo.
Oorspronkelijk was de tsjitsjilaki een nieuwjaarsboom ontsproten uit heidense tradities en verbonden met de bijbelse levensboom, een symbool van hoop. De traditie van de tsjitsjilaki raakte na de kerstening van Georgië in 337 verweven met kerstmis dat in de nieuwjaarsperiode viel, waardoor de tsjitsjilaki ook wel de bijnaam 'Georgische kerstboom' kreeg. Het is een populaire kerst-accessoire geworden door de popularisering van de Europese kerstboomtraditie.
De tsjitsjilaki wordt traditioneel gedecoreerd met klein fruit zoals appeltjes, rode bessen, tangerijnen, noten en bladeren van de meekrap of andere vergelijkbare natuurlijke decoratie als offer aan de hemel voor een overvloedige oogst. De tsjitsjilaki's worden meestal op de dag voor Driekoningen ceremonieel verbrand, om het voorbijgaan van de problemen van het voorgaande jaar te symboliseren.

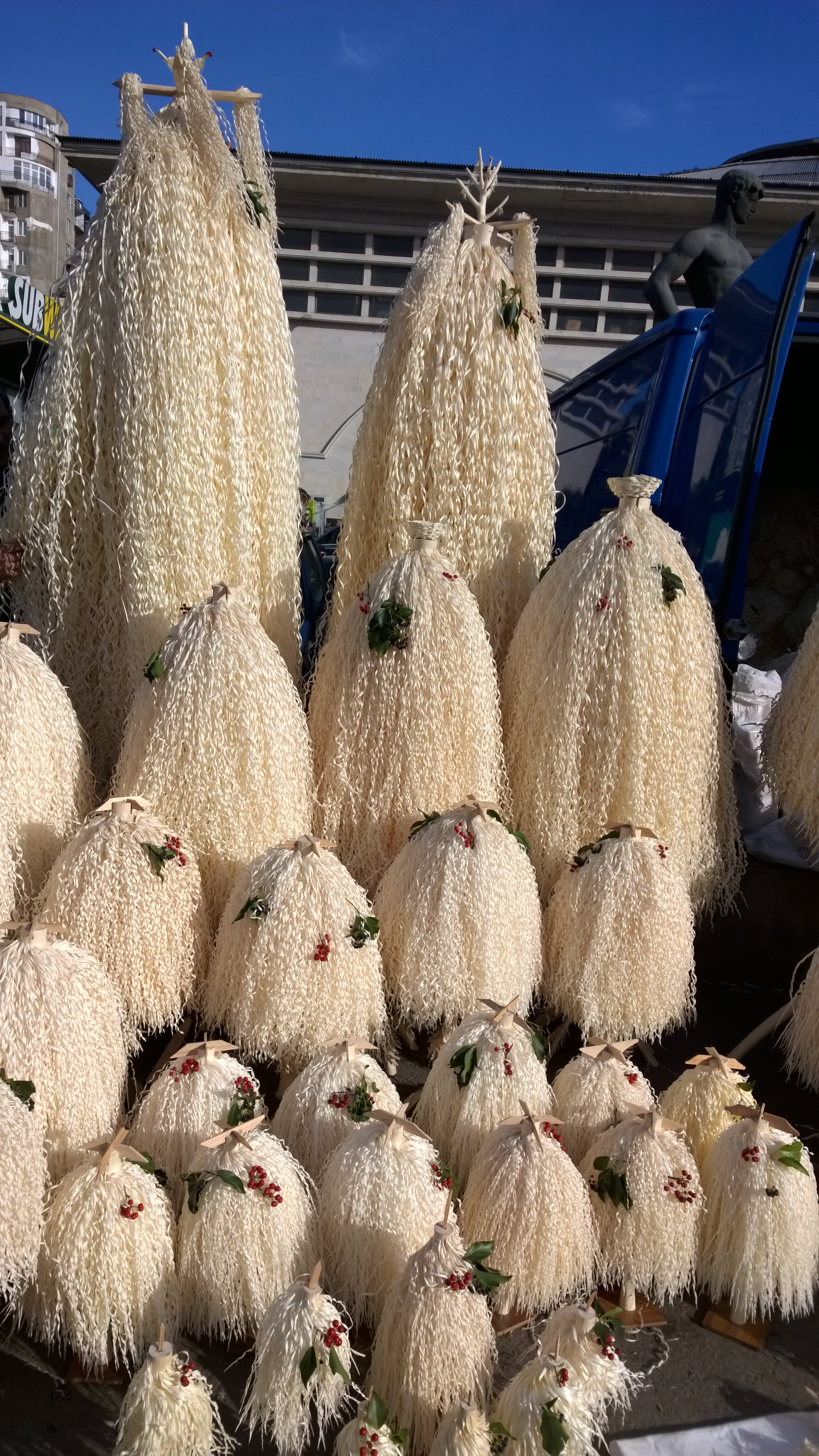
Grote en kleine Tsjitsjilaki
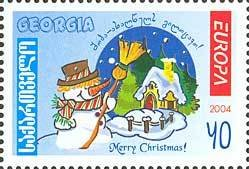
Postzegel voor kerstmis, Georgië
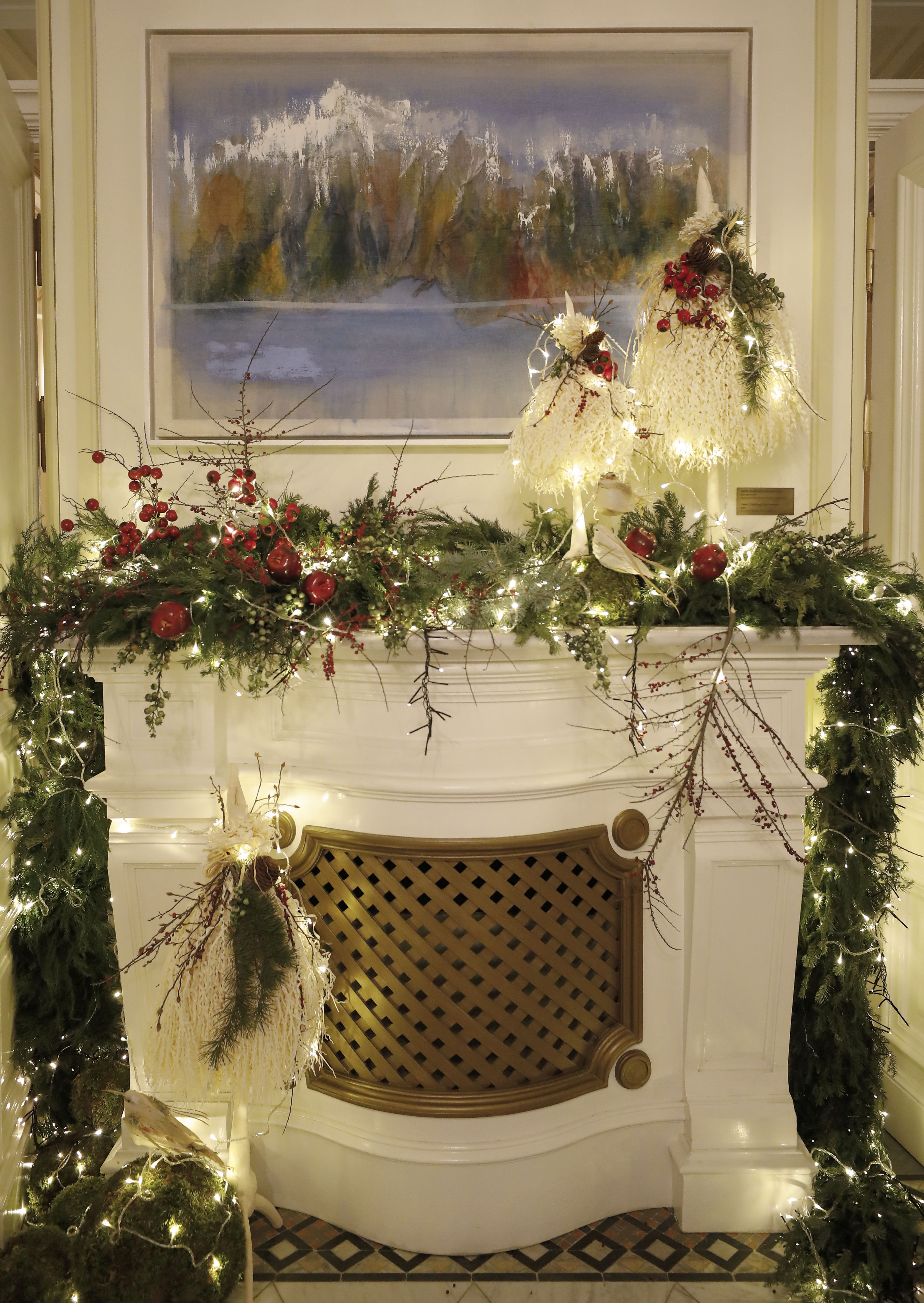
Kerstdecoratie in het Orbelianipaleis in Tbilisi

## Gibraltar

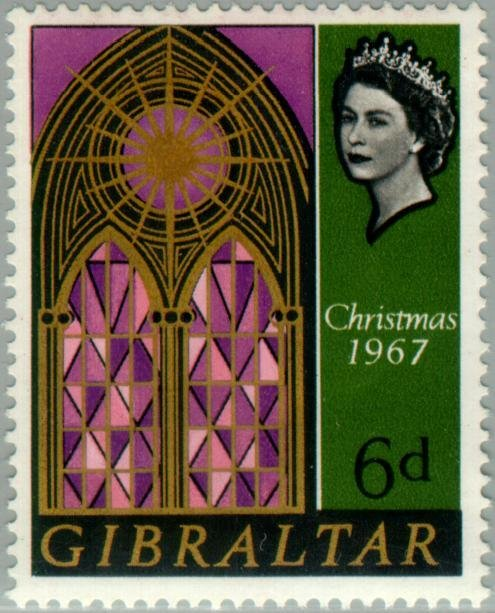
Kerstpostzegel uit Gibraltar, 1967
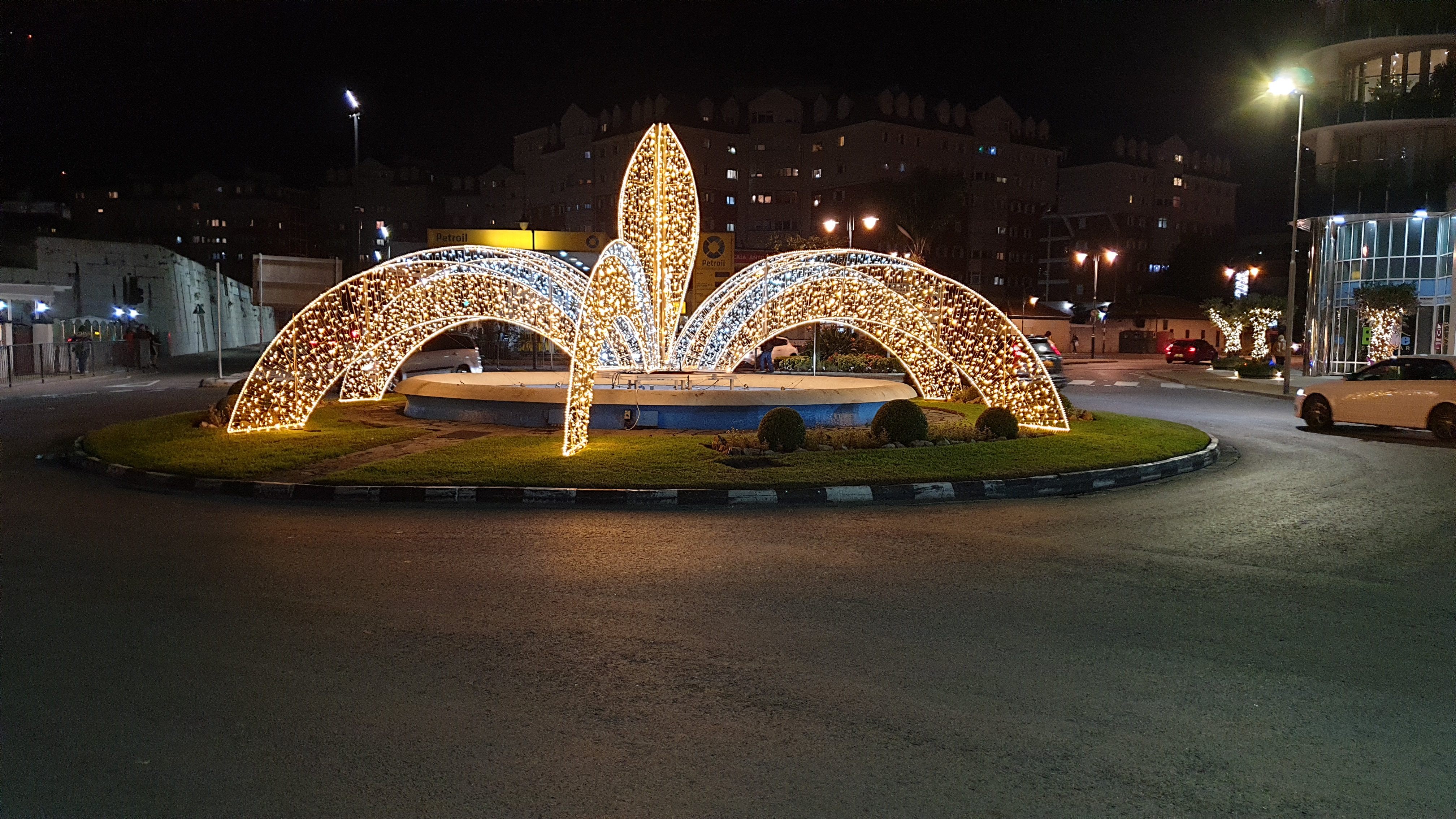
Kerstsiering in Gibraltar, 2020

## Griekenland

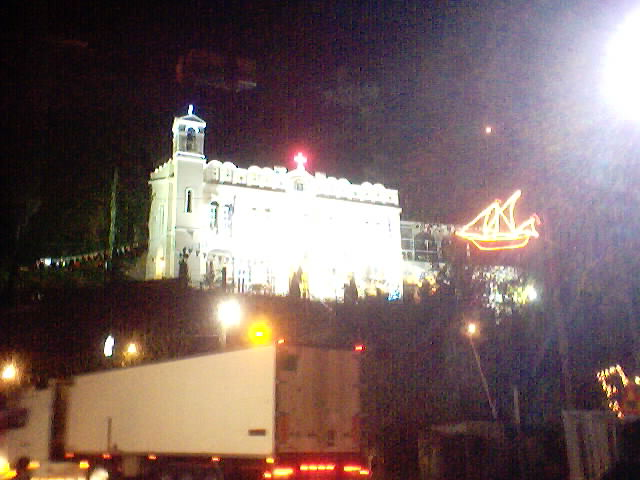
De kerk is verlicht en er hangt een kerstschip als kerstversiering

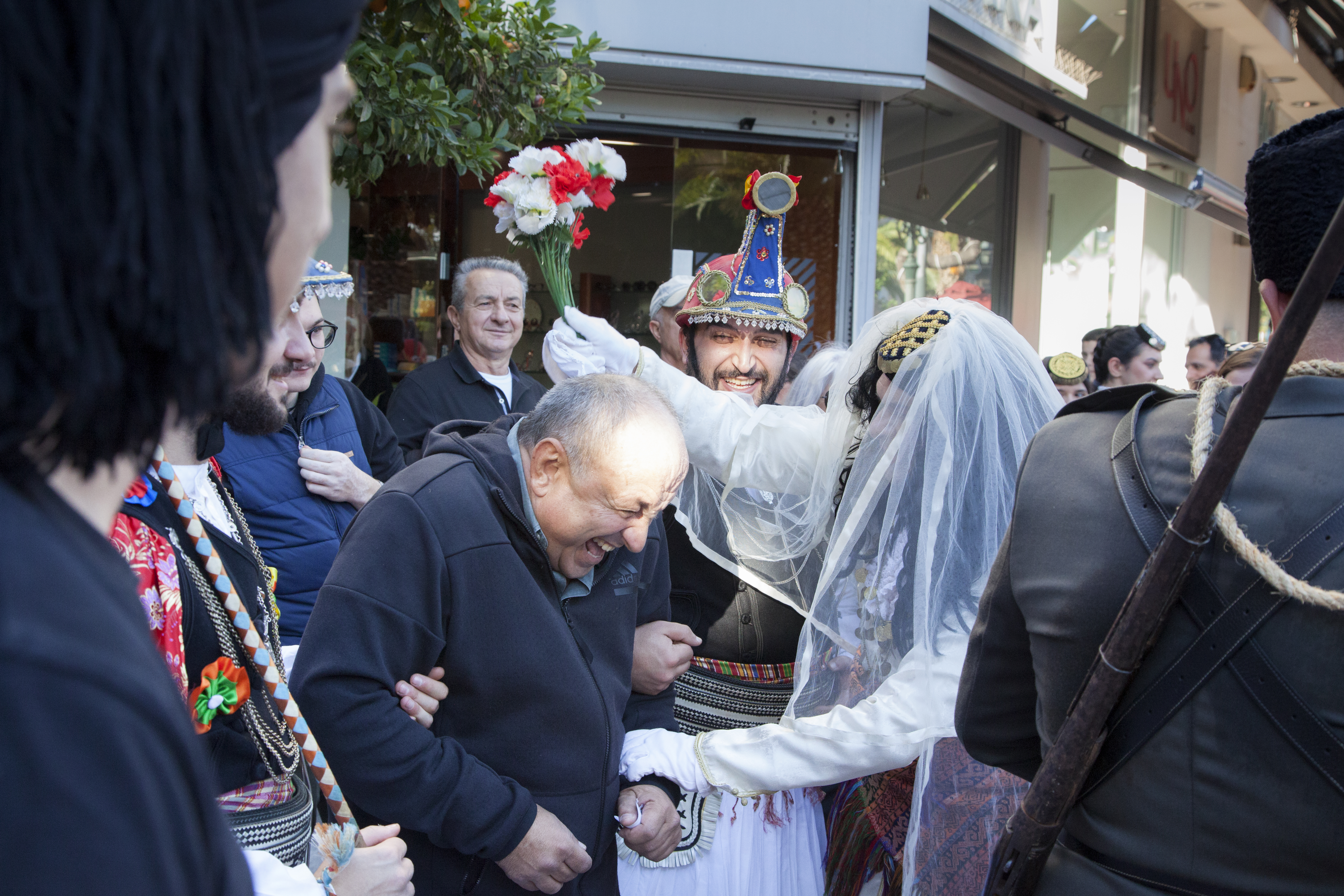
Een van de toeschouwers probeert de bruid te "stelen", 24 december 2023

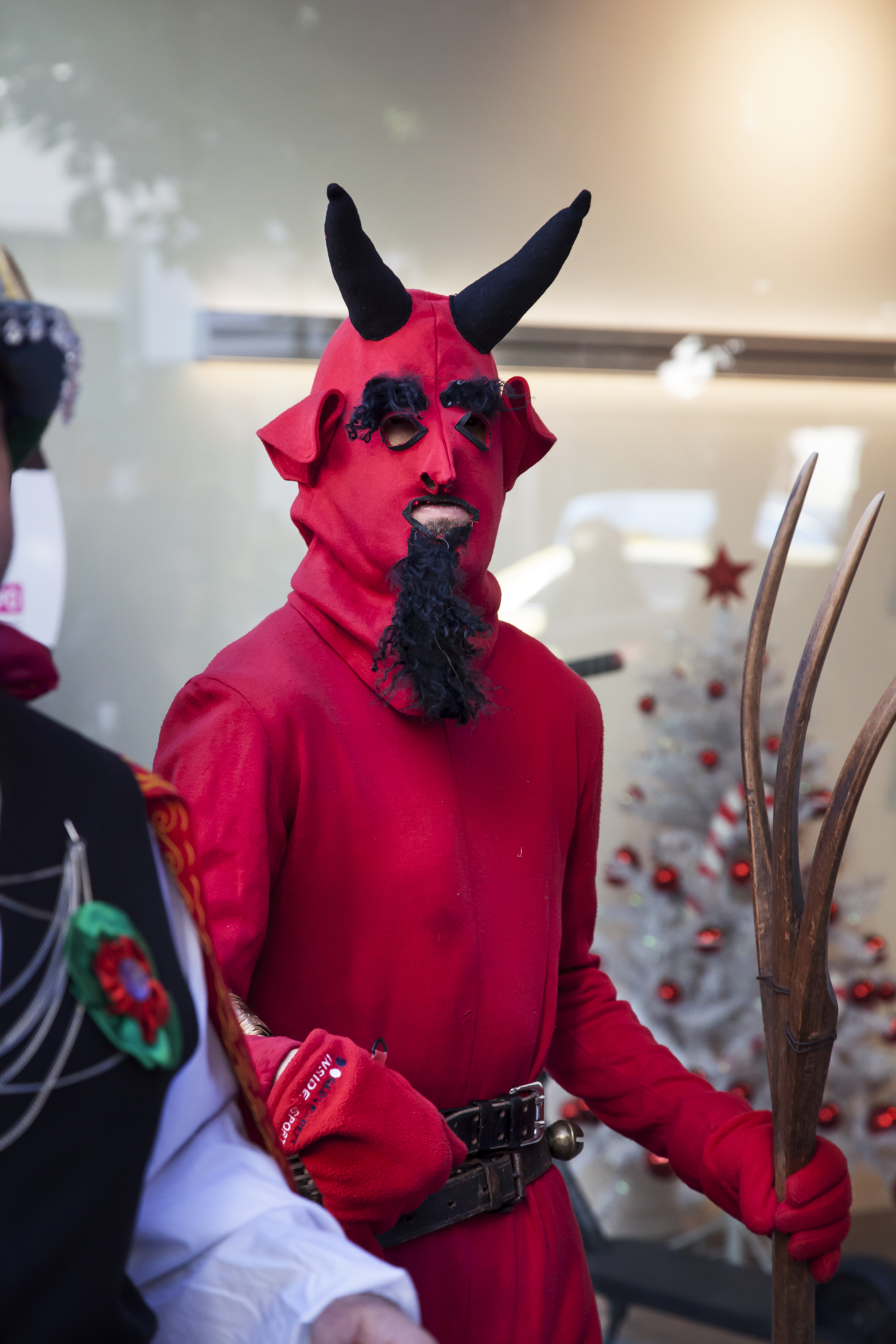
Een acteur verkleed als duivel met een hooivork loopt door de straten, gekscherend kan hij een van zijn metgezellen prikken. De duivel loopt naast de acteurs die de oude man en de oude vrouw spelen, die het voorbijgaande jaar symboliseren.

In Griekenland valt de kerstperiode tussen 6 december en 8 januari. Een van de populaire geschenkdragers van de kerstperiode in veel delen van Griekenland is Sint Nicolaas, die onder andere de beschermer is van zeelieden en kinderen.
De Griekse term voor Kerstmis is Χριστούγεννα (Christoúgenna), een woord waarin het woord "Christus" duidelijk voorkomt. De begroetingsformule is Καλά Χριστούγεννα! (Kalá Christoúgenna). In Griekenland worden de cadeautjes niet met kerst gegeven maar op nieuwjaarsdag. Ze zouden door de Kerstman (Άι Βασίλης, Agios Vasilis) in de oudejaarsnacht gebracht zijn. Oudejaar is de naamdag van Basilius van Caesarea waarnaar de Kerstman (Agios Vasislis) in Griekenland genoemd is. Kinderen in Griekenland gaan langs de deuren met kerst en zingen z.g. Kalanda begeleid met een triangel. Dit zijn oude liedjes in het Oudgrieks die met kerst gezongen worden. Als op de vraag Na ta poume'? (Mogen we zingen?) ja gezegd wordt zingen de kinderen de Kalanda. Gebruikelijk is het wat snoep te geven.
In vroeger tijden geloofde men in de Kallikantzaros uit de ingewanden van de aarde tevoorschijn komen, nadat ze de boom hadden verslonden die de wereld ondersteunt, en van 25 december tot 6 januari rondwaarden. In sommige dorpen wordt nog steeds op kerstavond een zwart kruis op de deuren geschilderd als bescherming. De wezens zouden door deuren en schoorstenen het huis kunnen betreden en allerlei problemen veroorzaken, zodat de haard die niet goed brandt of de melk die zuur wordt. Ook zouden ze een enorme rommel maken. Er zijn allerlei gebruiken om hen te verjagen, zoals door de eskakantzalos (vergelijkbaar met het joelblok) continue brandend te houden en soms oude schoenen in de open haard te verbranden of wijwater in de kamers te sprenkelen.
Op 24 december begint de kerstliturgie in de kerken. Op 25 december gaat men zeer vroeg naar de kerk waarna men elkaar een goed kerstfeest (Kala Christouyenna) wenst. Het orthodoxe kerstfeest is 14 dagen later op 7 januari. Een typisch Griekse traditie op kerstavond is die van de kalanda, kerstliederen gezongen door kinderen die met een zak en een stok op de schouders van huis tot huis gaan en begeleid worden door kleine muziekinstrumenten zoals de trigone.
Voordat Griekenland door buitenlandse invloeden de kerstboom adopteerde, waren traditionele versieringen uit de kerstperiode houten zeilboten versierd met glinsterende staven of takjes basilicum gewikkeld in een houten kruis. Tegenwoordig leeft de traditie van versierde schepen voort als toeristische attractie in de gigantische schepen die worden gebouwd in plaats van de kerstbomen op het Aristotelesplein in Thessaloniki.
Typische kerstlunchgerechten zijn over het algemeen de galopoula, een kalkoen gevuld met kastanjes, Corinthische rozijnen en walnoten of amandelen en de gourounopoulo psito, een gebraden varken gekruid met olijfolie. Onder de typische Griekse desserts uit de kerstperiode bevindt zich Christopsomo (letterlijk "brood van Christus"), een zoet rond brood versierd met scènes uit het gezinsleven. Een ander typisch dessert uit die periode, in het bijzonder op nieuwjaarsdag, is de Βασιλόπιτα (vasilopita), of "Sint Basilius cake", een donut gemaakt van melk, boter en suiker, waarin een munt wordt gestoken die dient als goede hoop voor het nieuwe jaar. Andere typische desserts uit de kerstperiode zijn loukoumades, bolvormige desserts gemengd met honing, Δίπλες (dipels) en μελομακάρονο (melomakarono), een dessert gemaakt met walnoten en honing. Typische snoepjes uit de kerstperiode in Griekenland zijn ook κουραμπιέδες (kourabiedes), snoepjes gemaakt met boter en amandelen, bedekt met poedersuiker.
Tijdens de traditionele kerstliederen van de Pontisch Grieken op kerstavond portretteert een van de acteurs die aan de processie deelnemen een bruid, die het komende “nieuwe jaar” symboliseert. Volgens de traditie zal degene die erin slaagt de bruid te ‘stelen’ die wordt beschermd door de Momogeri-garde (beschermers van de oude Griekse god Momos, de god van spot en kritiek) gekleed in traditionele Pontische kostuums en kleurrijke helmen met bellen), het komende jaar groot geluk vinden. Tijdens hun kerstliederen zingen ze over actuele kwesties en 'verdrijven' ze al het slechte dat het afgelopen jaar is gebeurd.

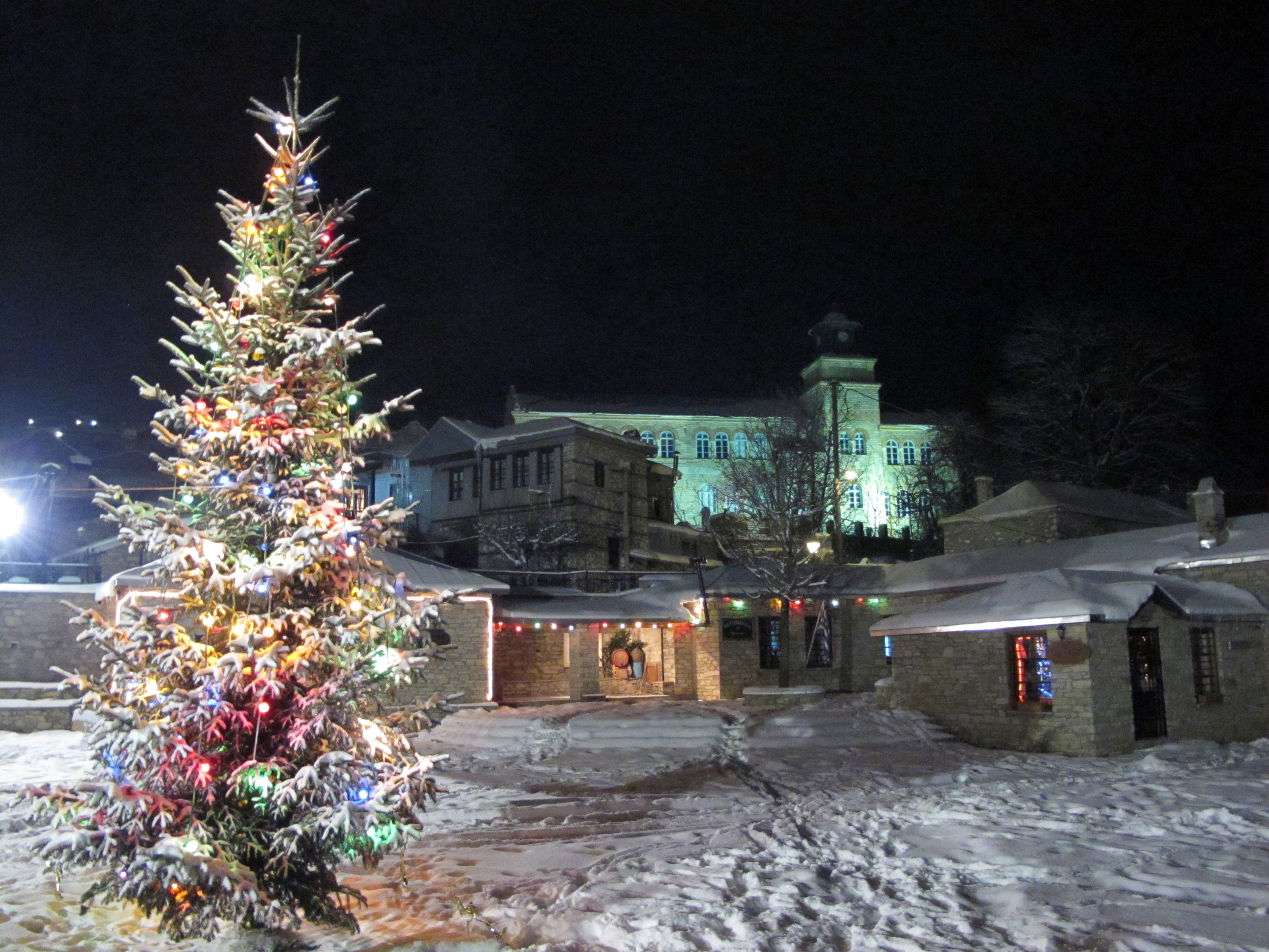
Kerstboom
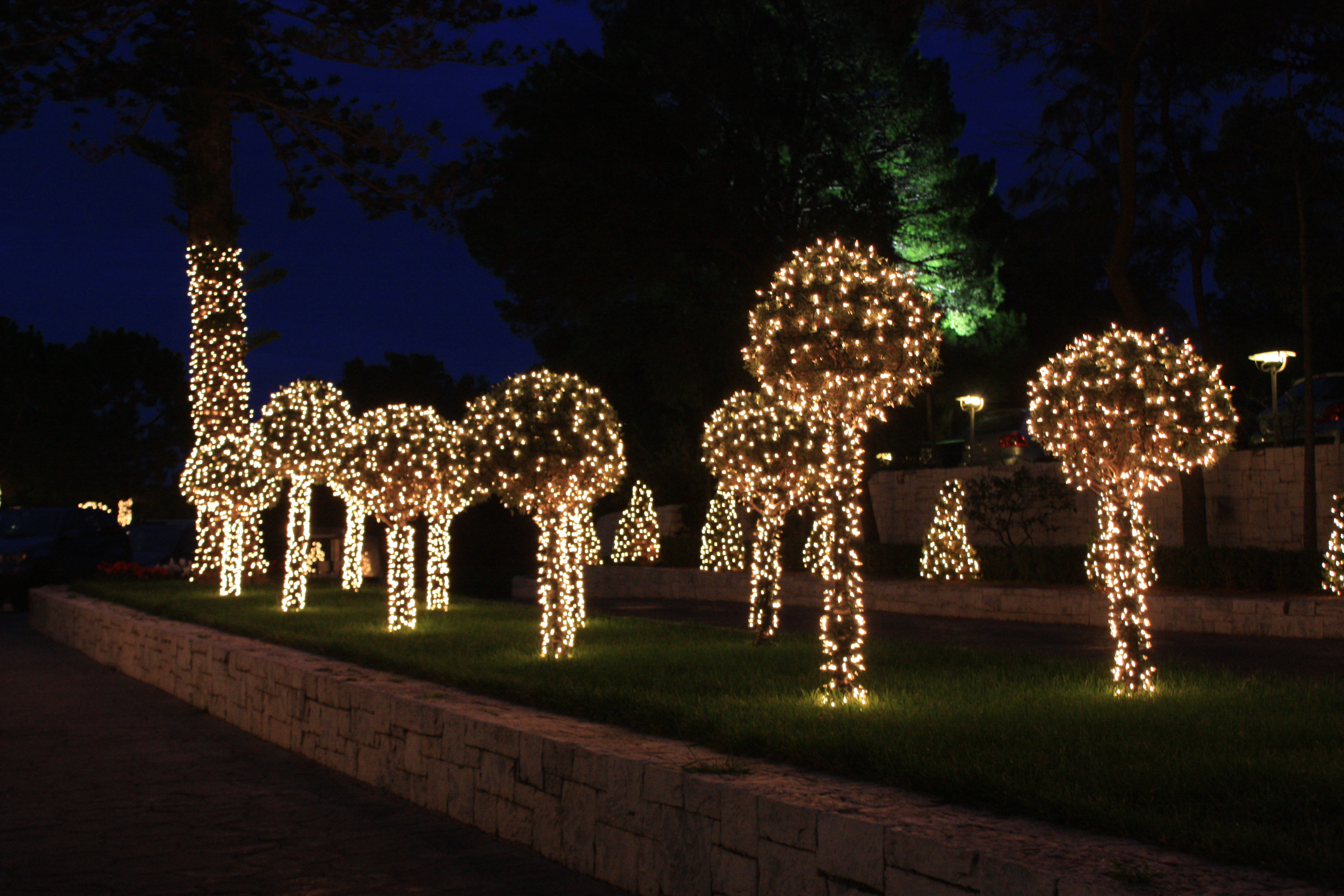
Kerstverlichting in Athene, 2009
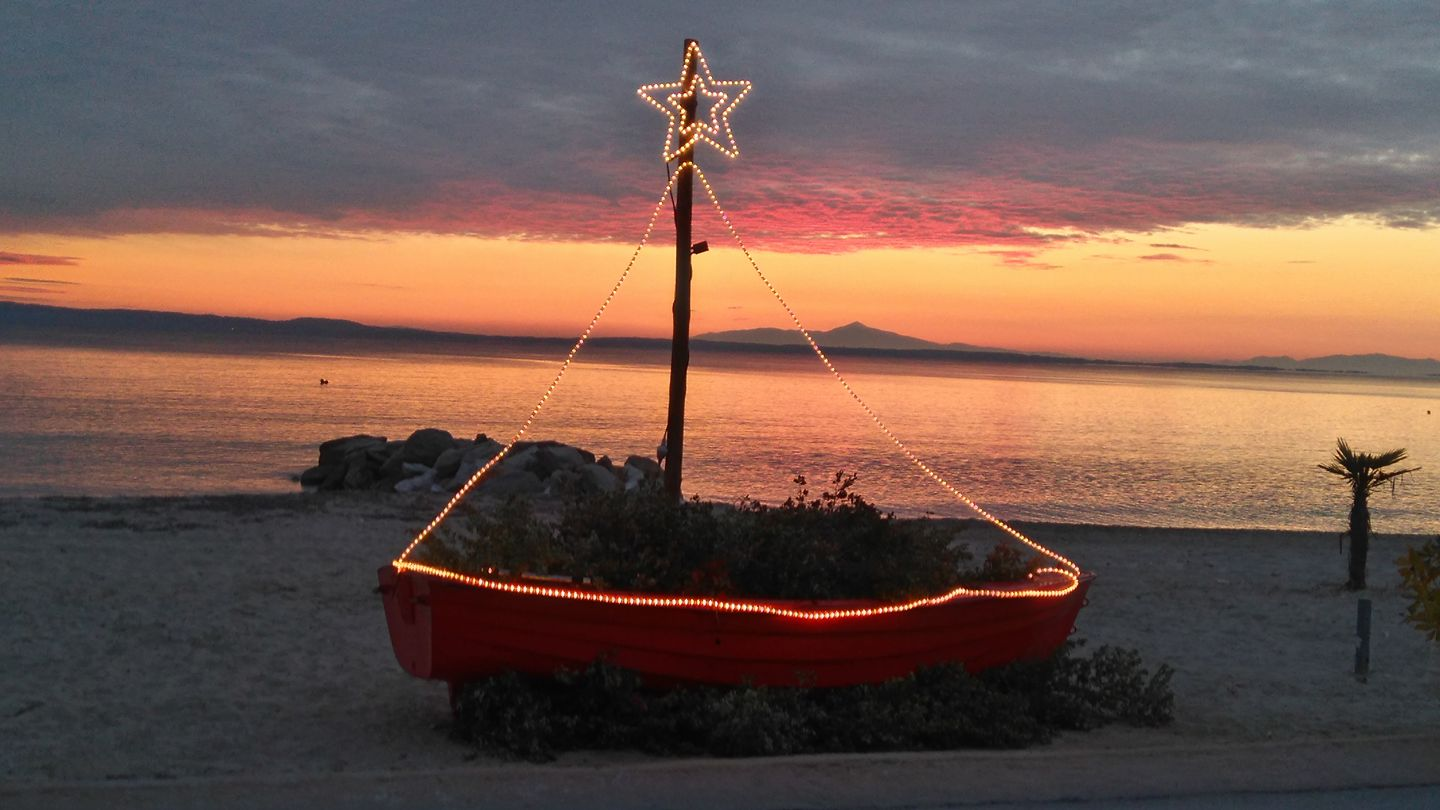
Kerstverlichting op Sithonia
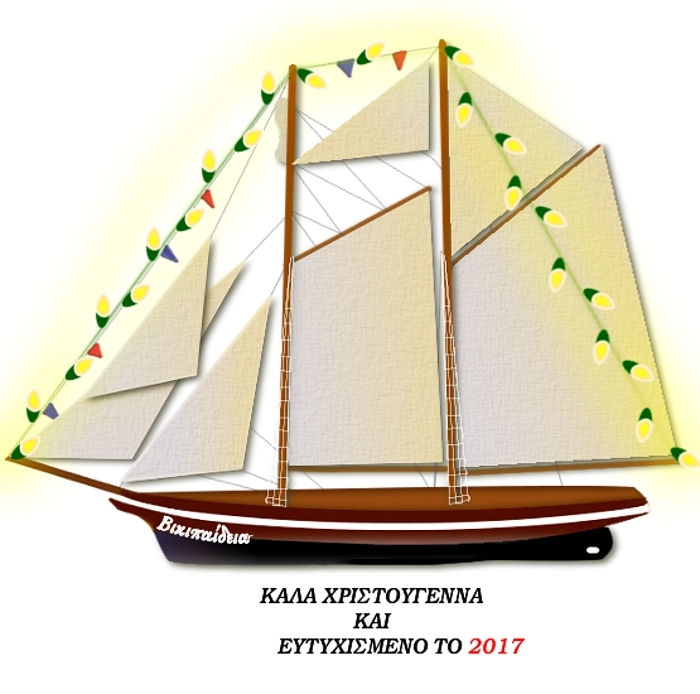
Een kerstschip in Griekenland
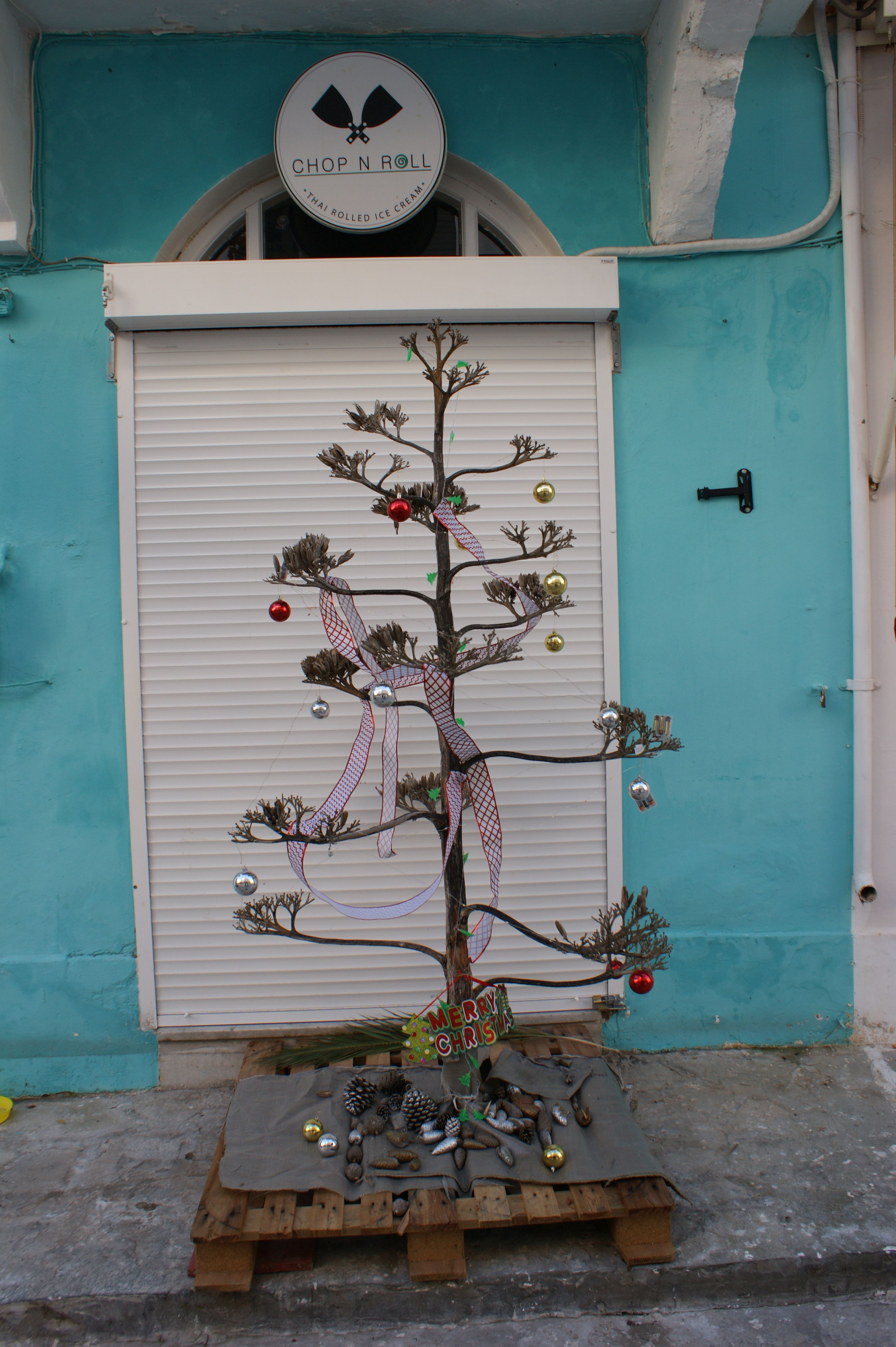
Kerstboom in Kos
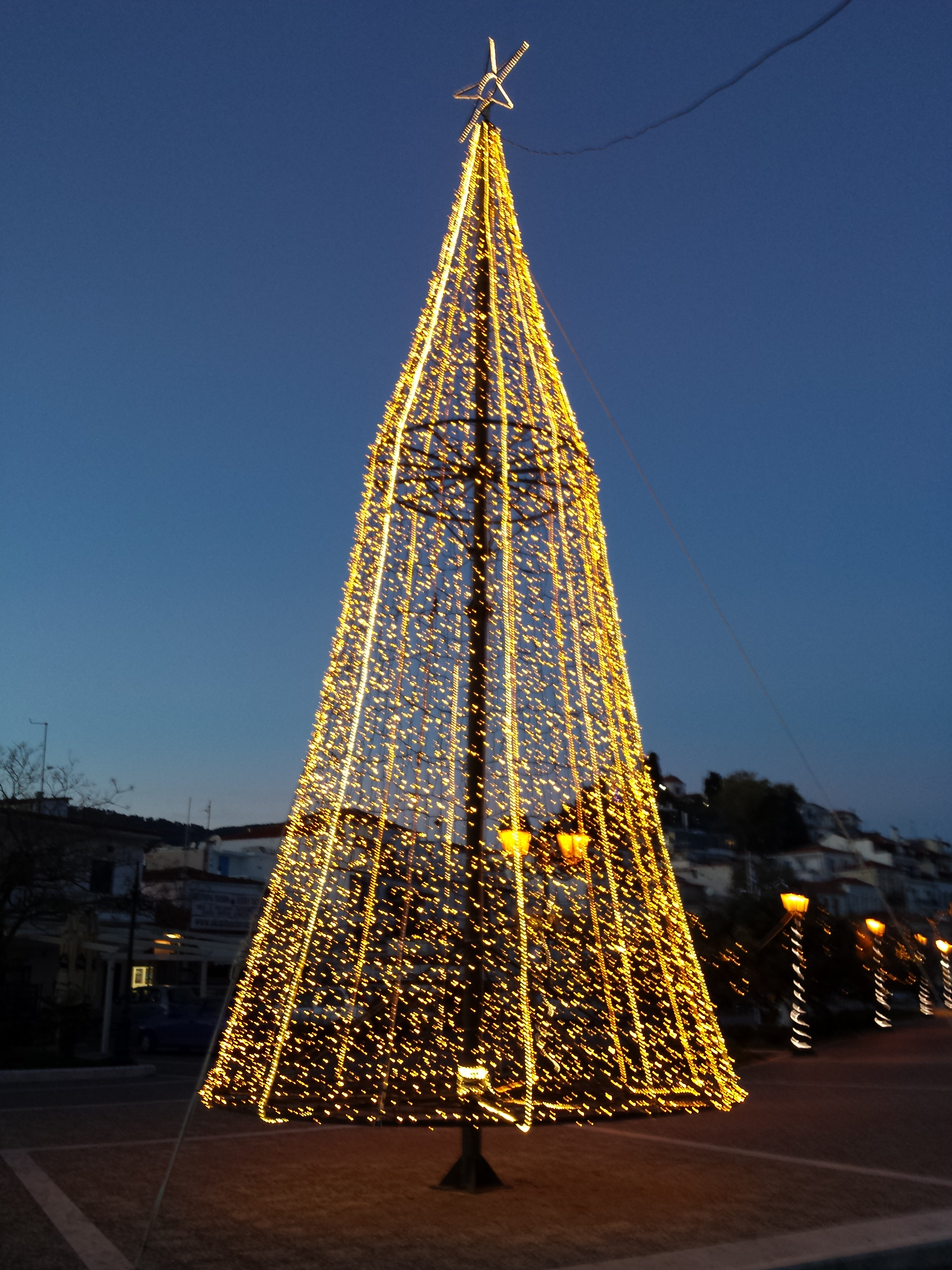
Kerstboom op Skiathos
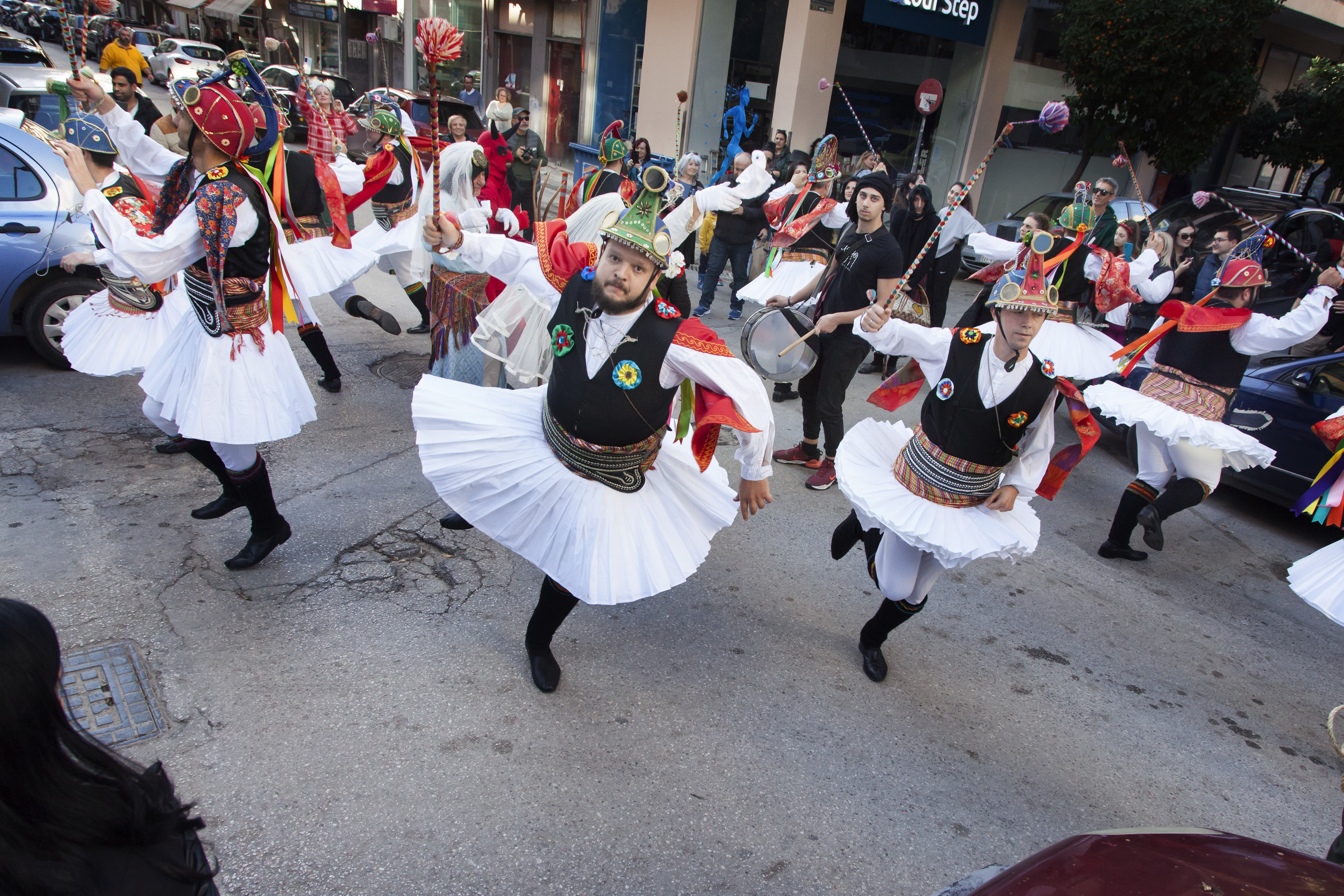
Momogeri (beschermers van Momos) stoppen bij huizen, winkels en kruispunten en dansen een expressieve traditionele dans met kleurrijke wandelstokken, linten en bellen, terwijl ze liedjes zingen over actuele onderwerpen.
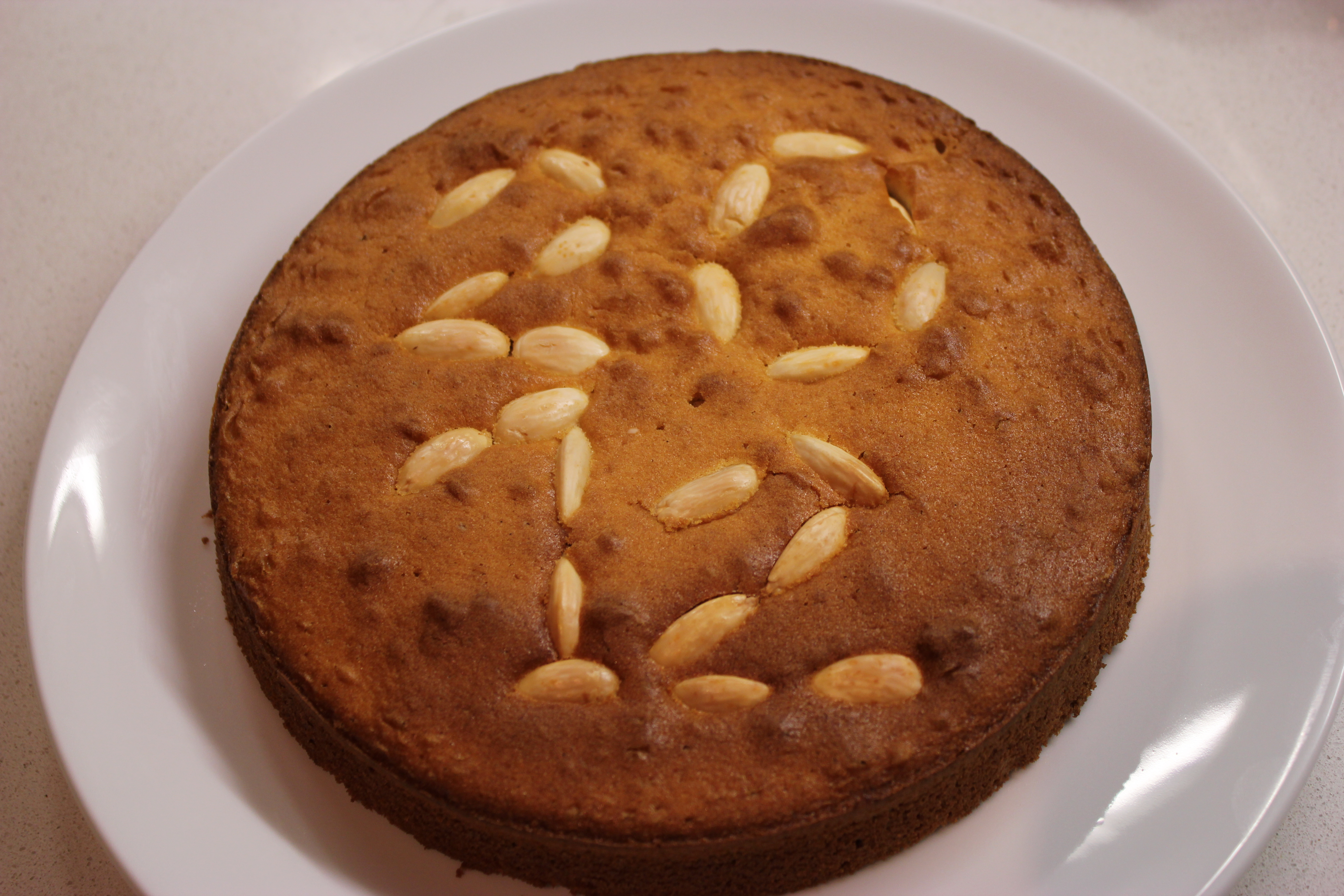
Vasilopita
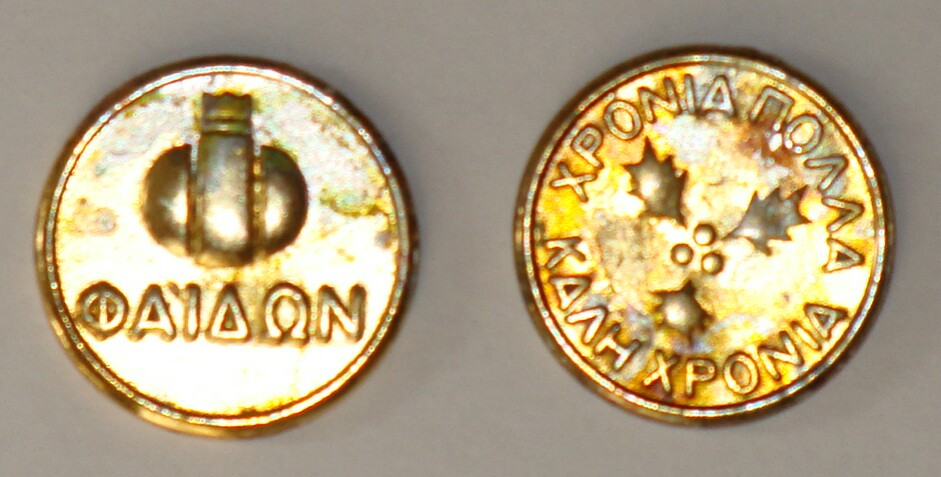
Deze munt wordt voor het koken in de vasilopita gestopt, hij brengt geluk aan de vinder
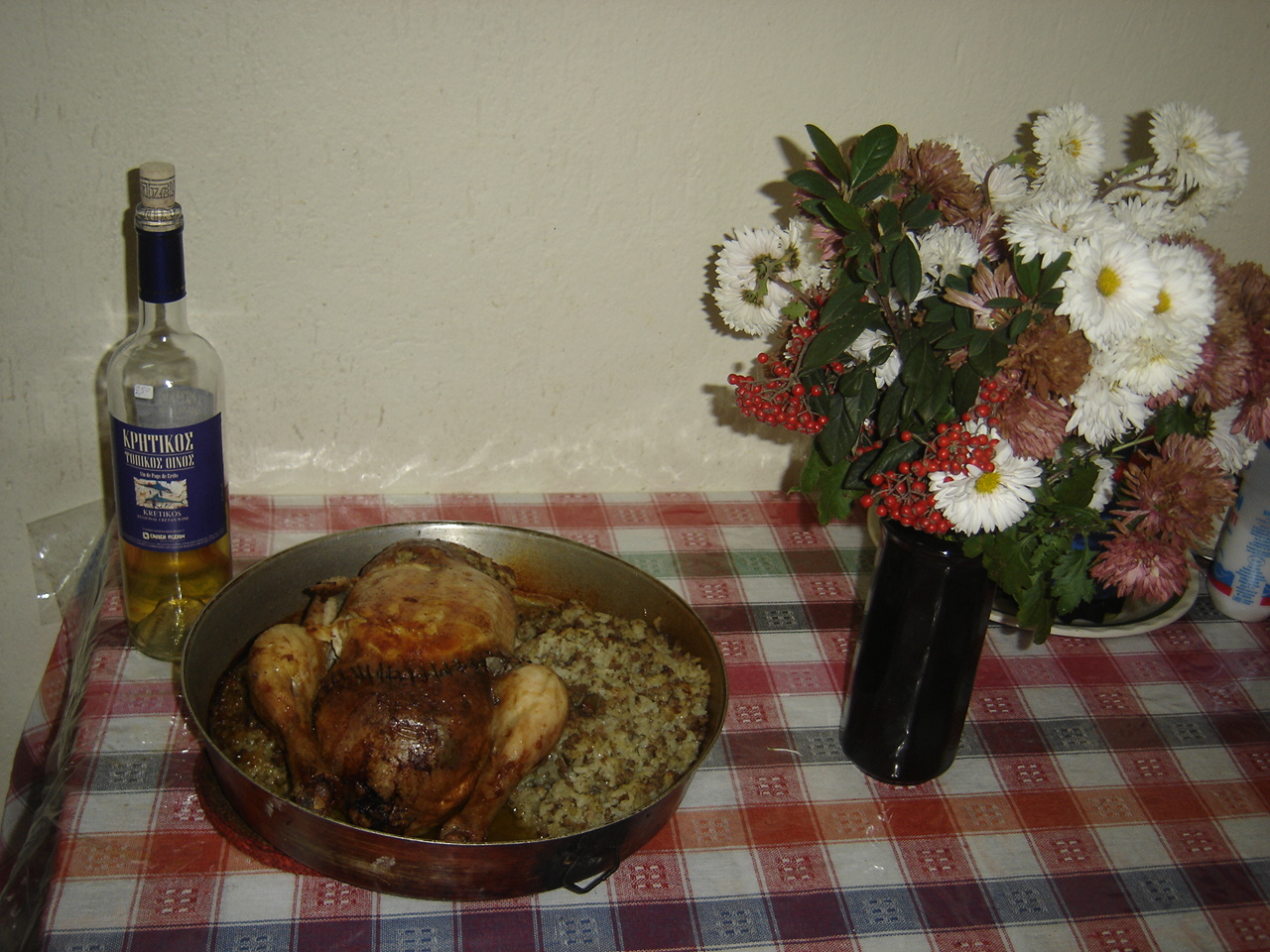
Geroosterde kip en Kretenzische wijn voor de kerstlunch in Griekenland, 25 december 2007
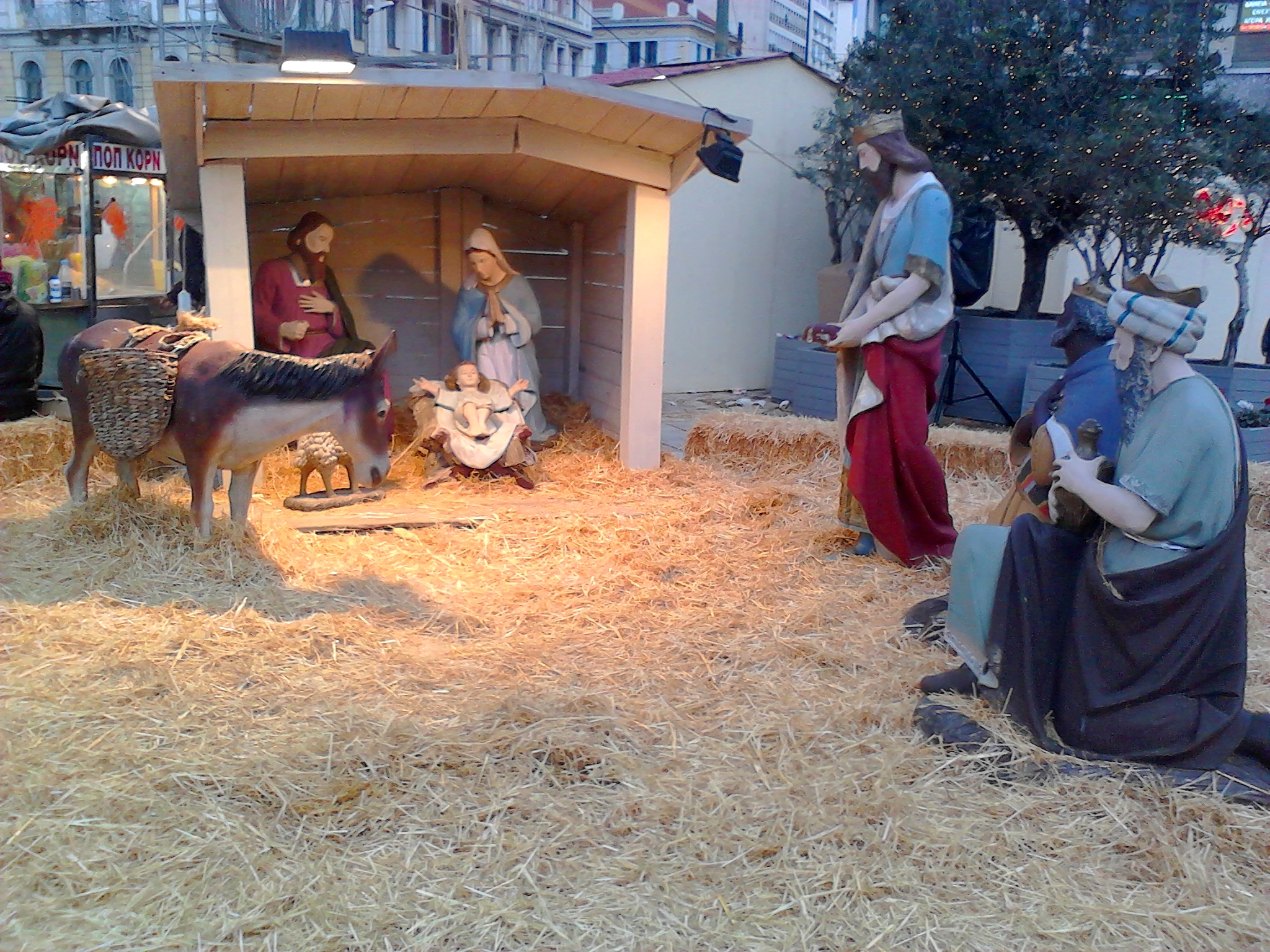
Kerststal
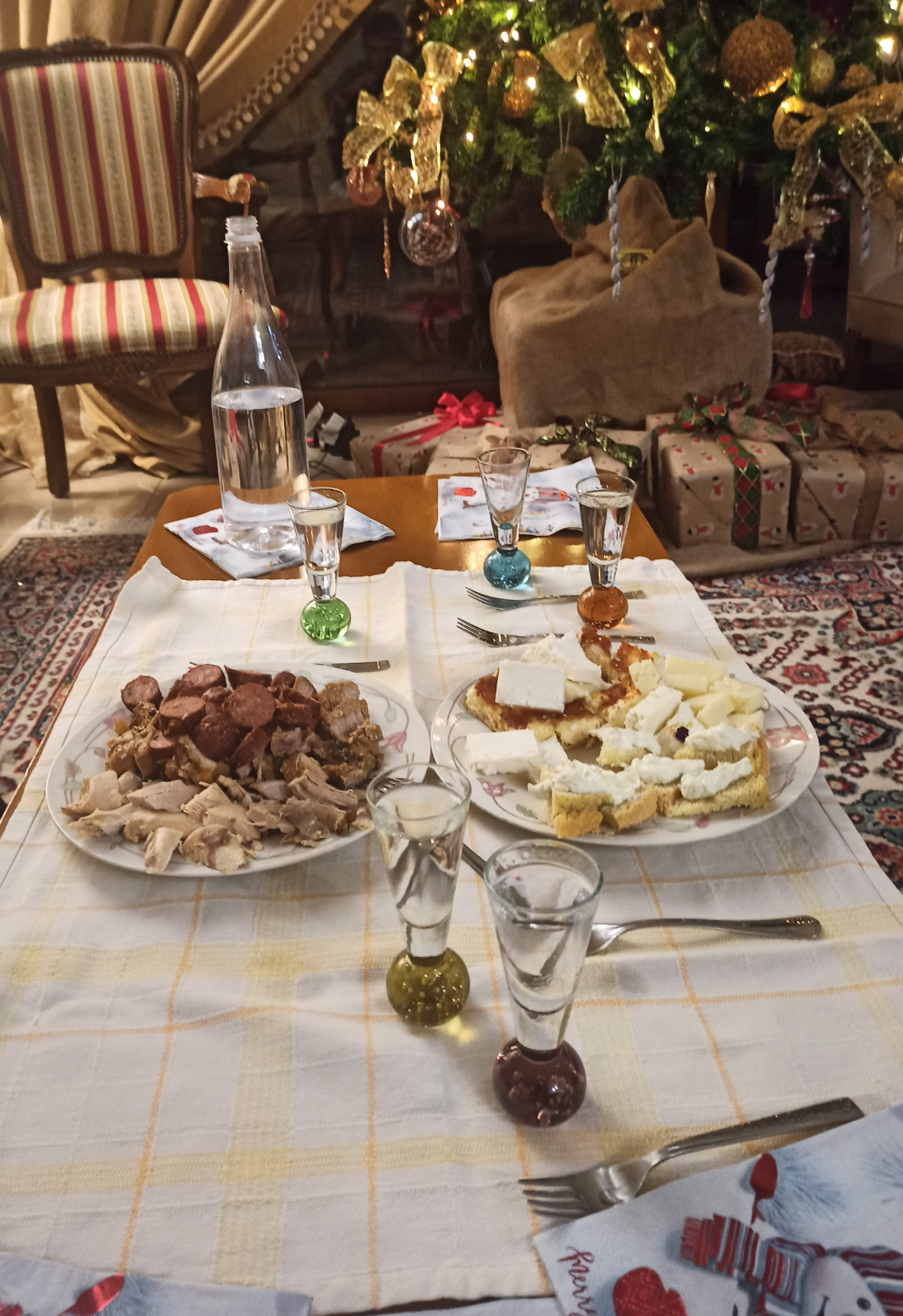
Tsipouraki
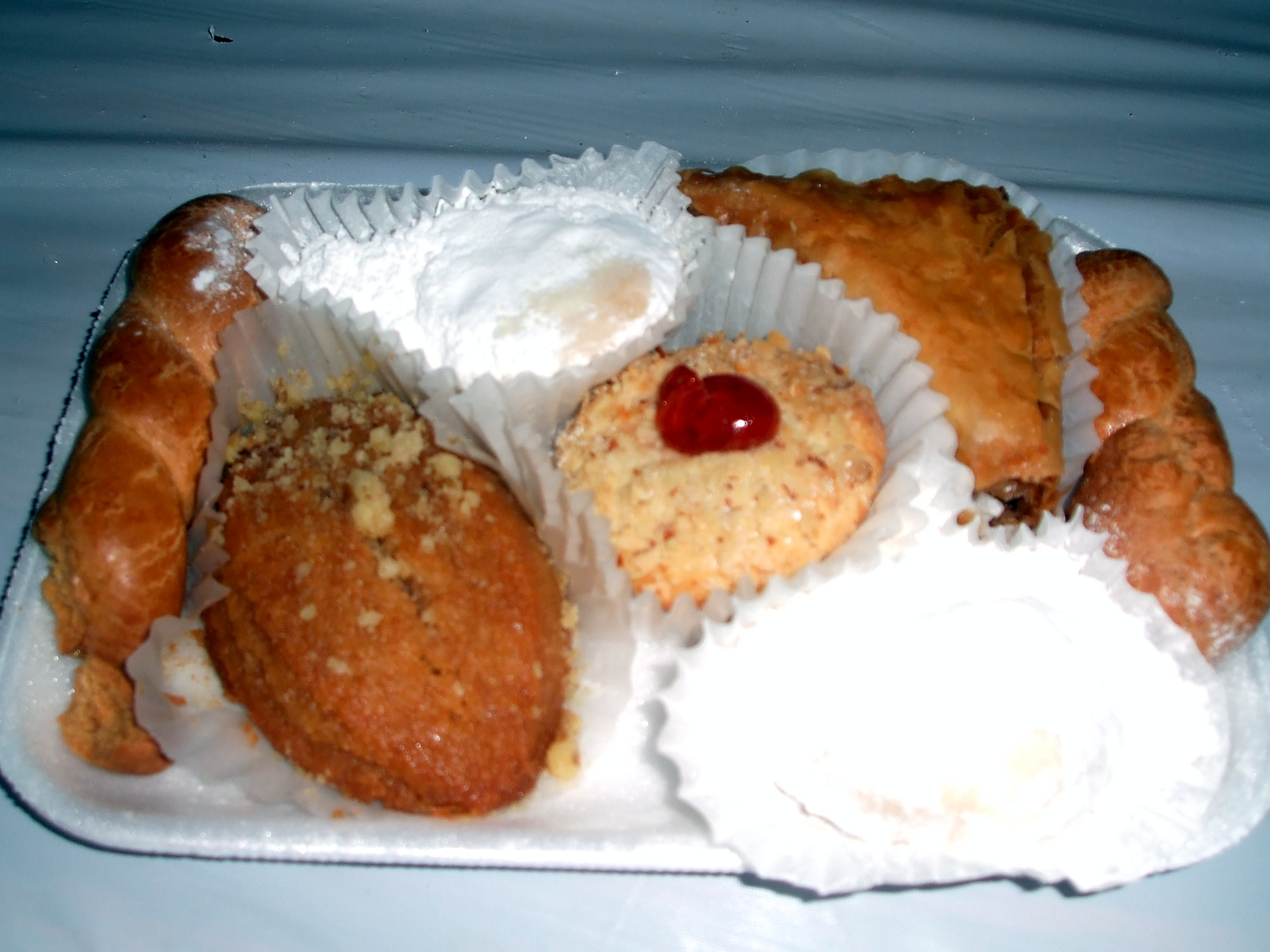
Koulourakia, melomakarona, kourambiethes en kourambedes

## Groenland

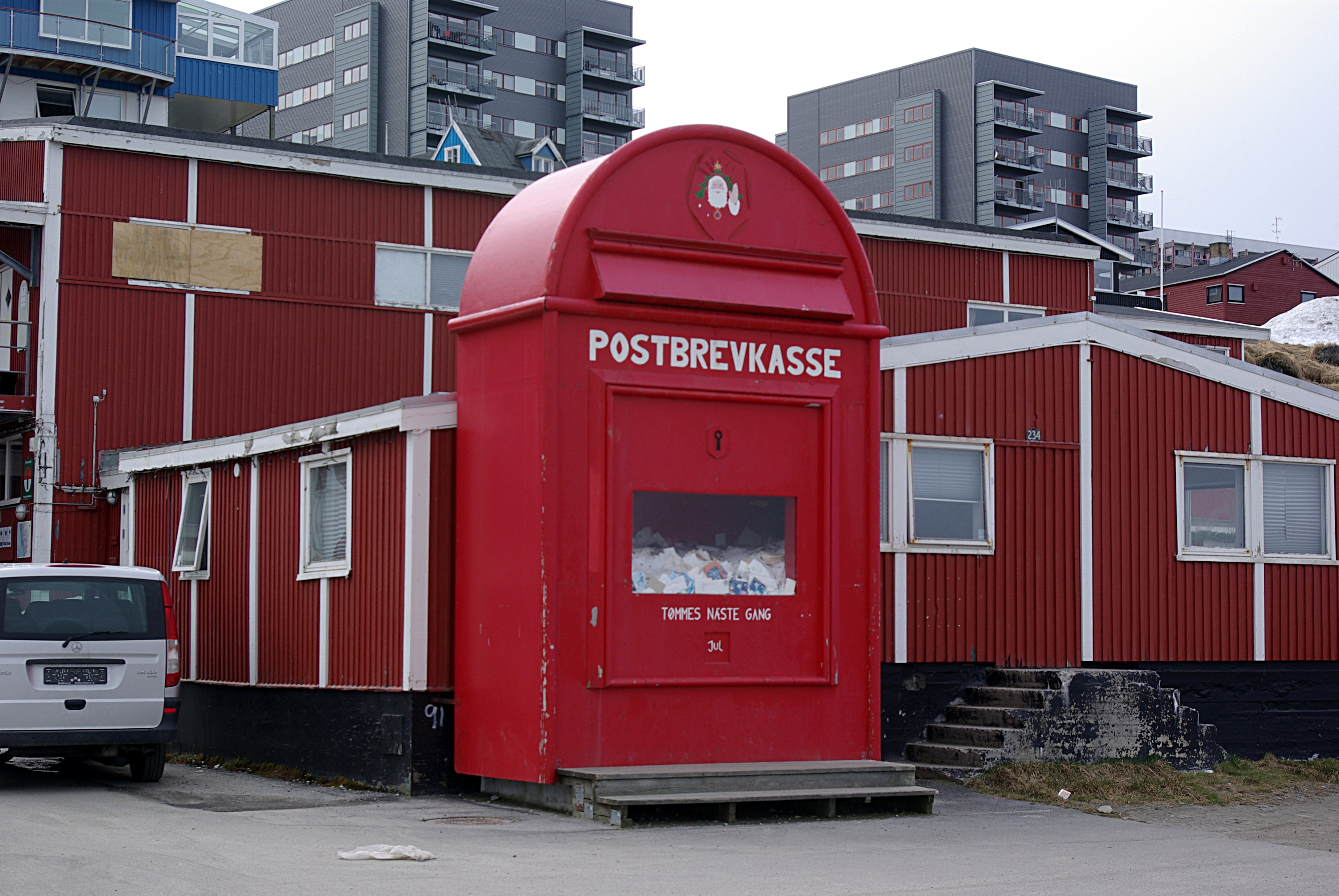
Brievenbus in Nuuk voor de kerstbrieven

In Groenland wordt kiviak als kerstgerecht gegeten; een zeevogel die werd gefermenteerd in de huid van een zeehond Het maken van kiviak is traditioneel een gemeenschappelijke inspanning in de Inuit-cultuur. Er worden tot wel 500 kleine alken in de zeehondenhuid verpakt, inclusief snavels en veren. Er wordt zoveel mogelijk lucht uit de zeehondenhuid verwijderd voordat deze wordt dichtgenaaid en verzegeld met zeehondenvet, dat vliegen afstoot. Vervolgens wordt de huid verstopt in een hoop stenen, met een grote rots erbovenop om de lucht buiten te houden. Gedurende drie maanden fermenteren de vogels en worden vervolgens gegeten tijdens de Arctische winter, maar ook op verjaardagen en bruiloften.

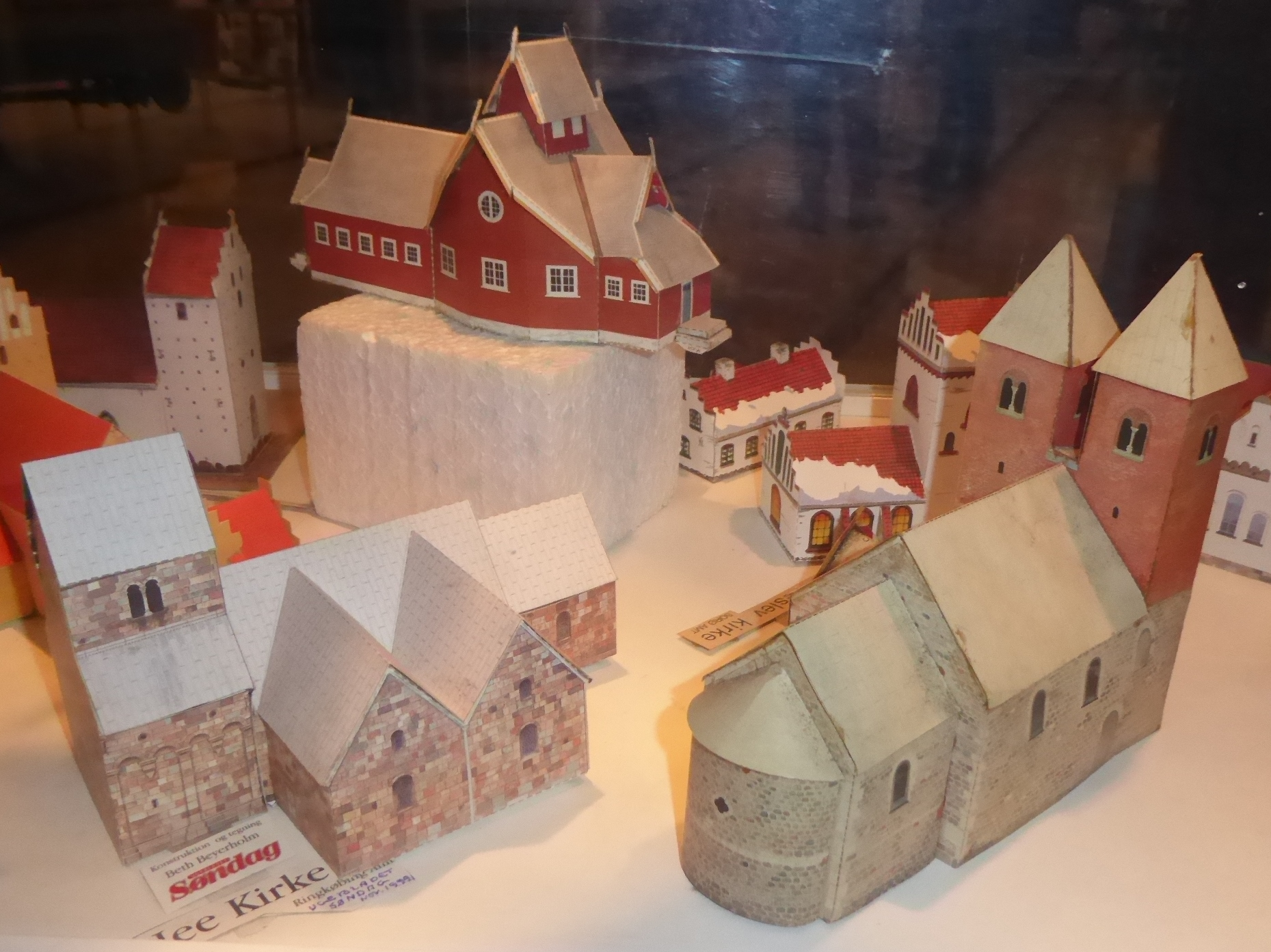
Kerst in het Sporvejsmuseet
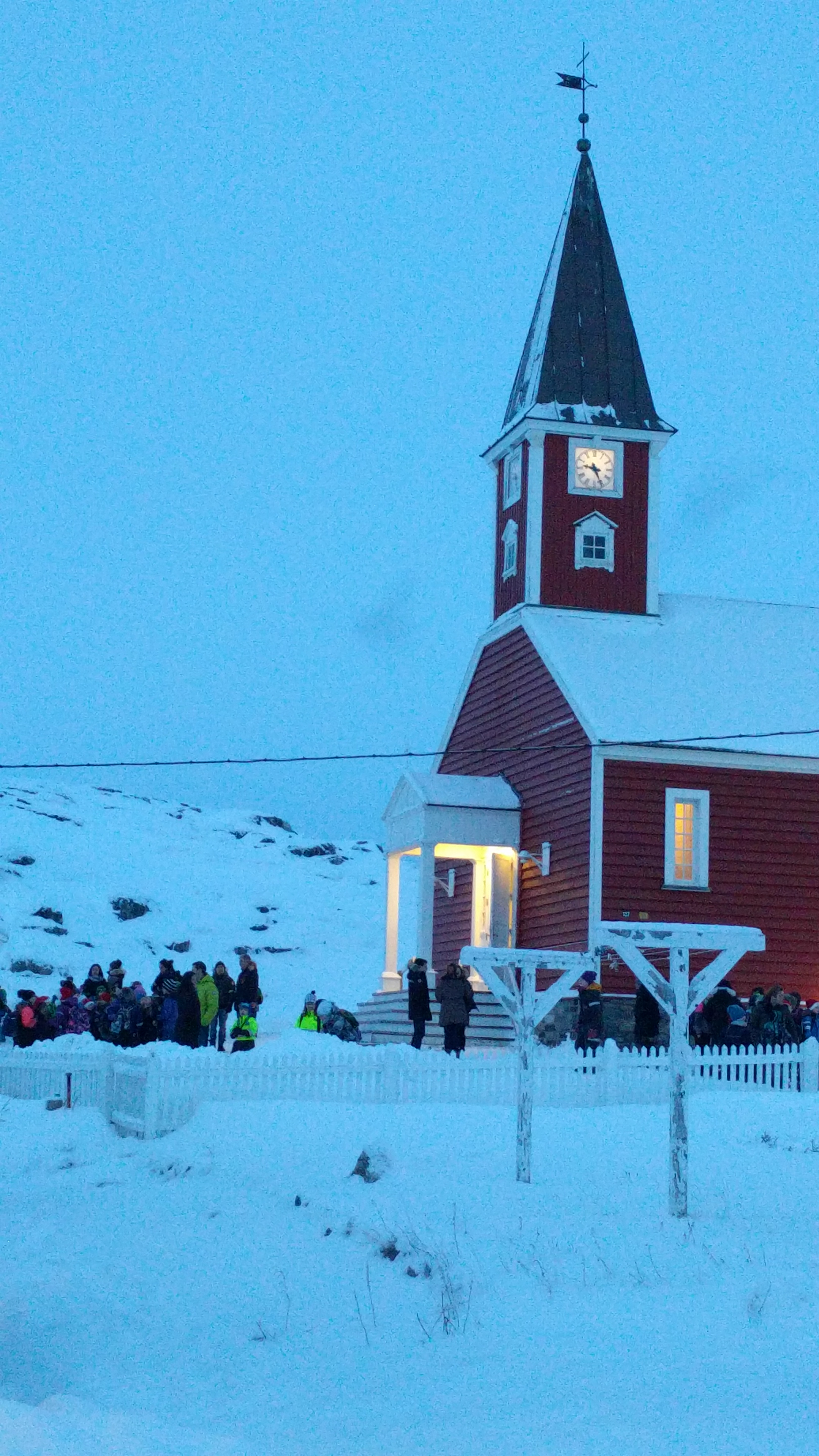
De kathedraal van Nuuk, enkele dagen voor het kerstfeest

## Guatamala

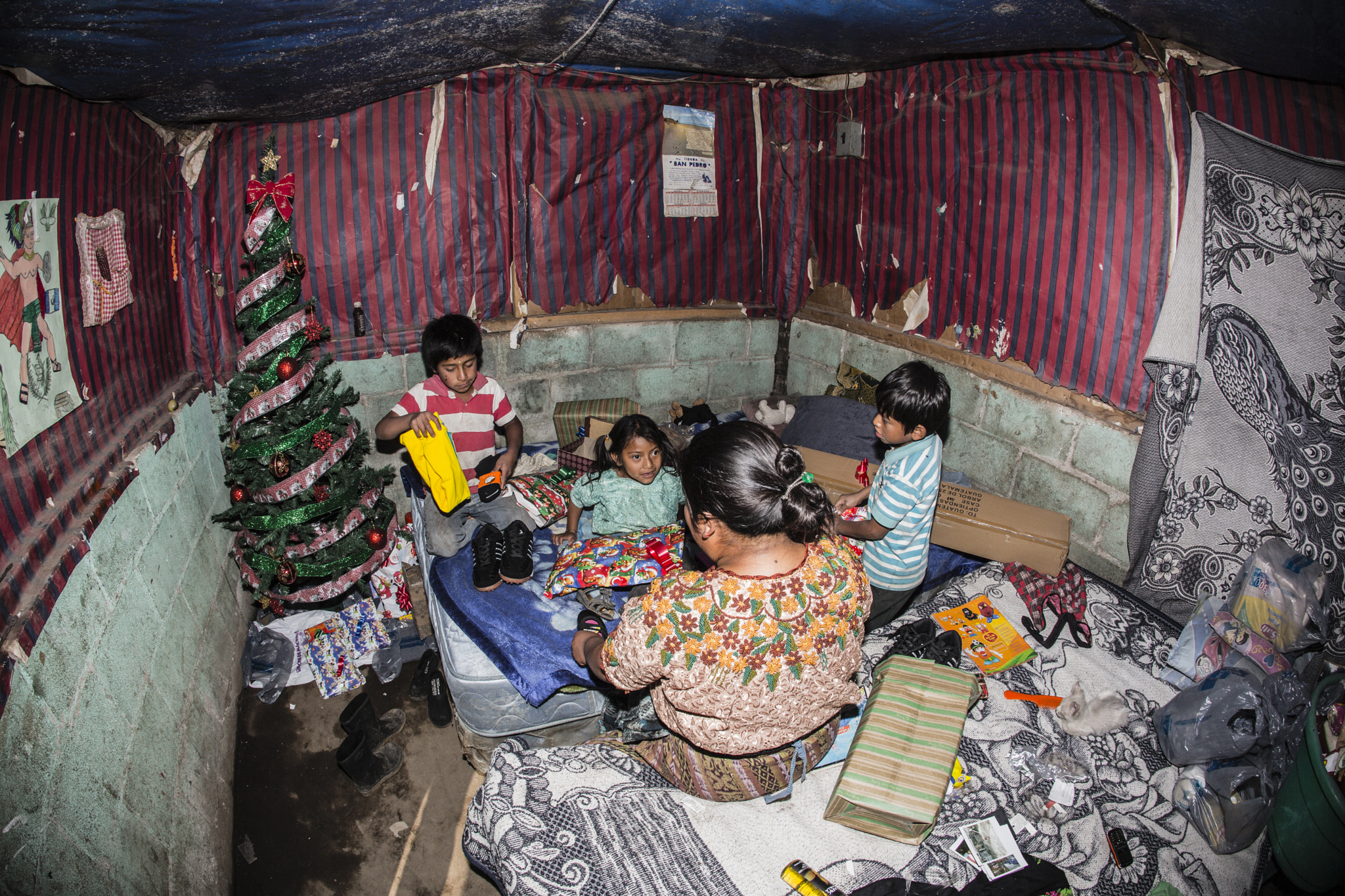
Kerstfeest in een huisje in Guatamala

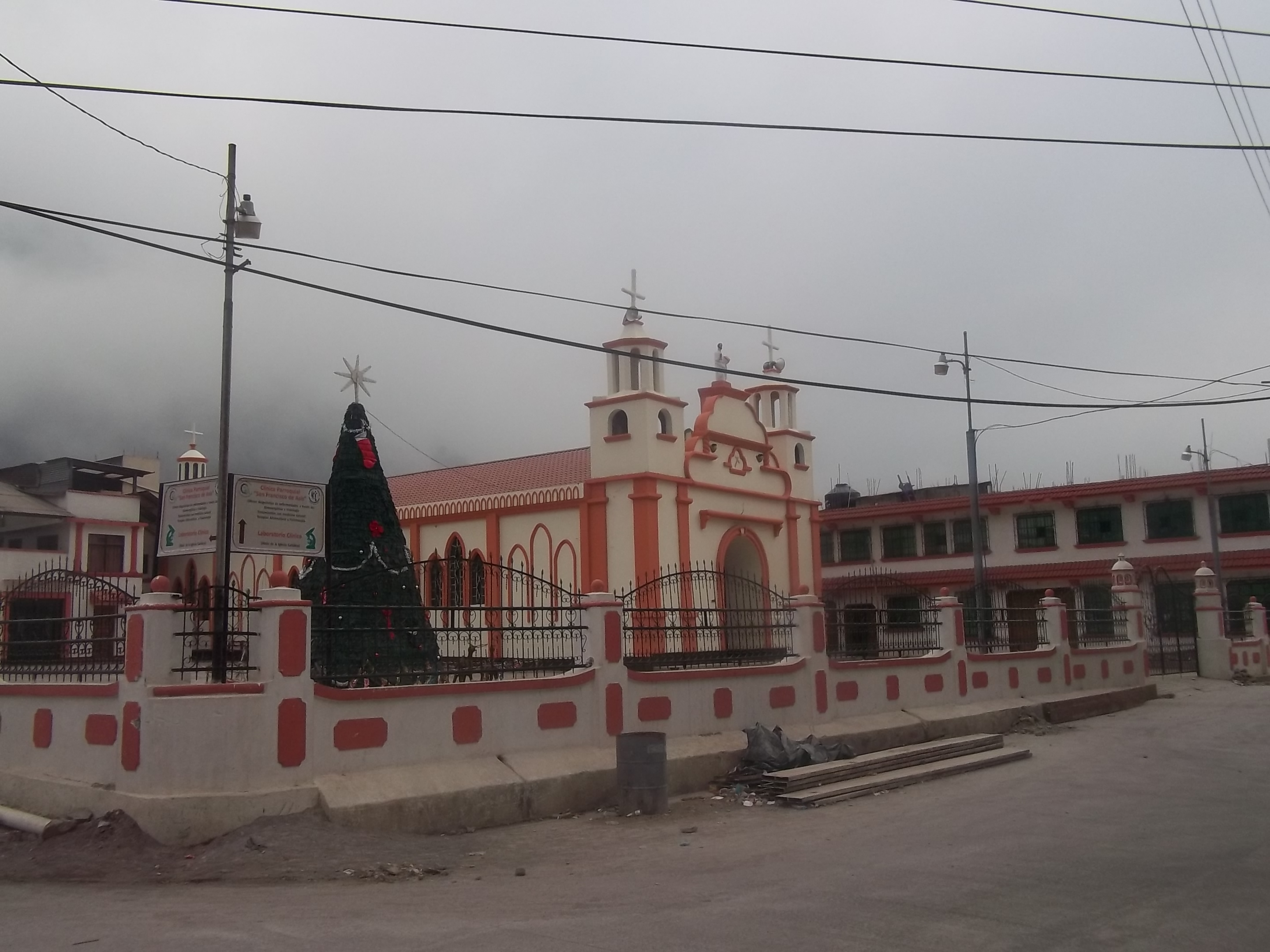
Kerstboom bij San Martín Sacatepéquez, Quetzaltenango
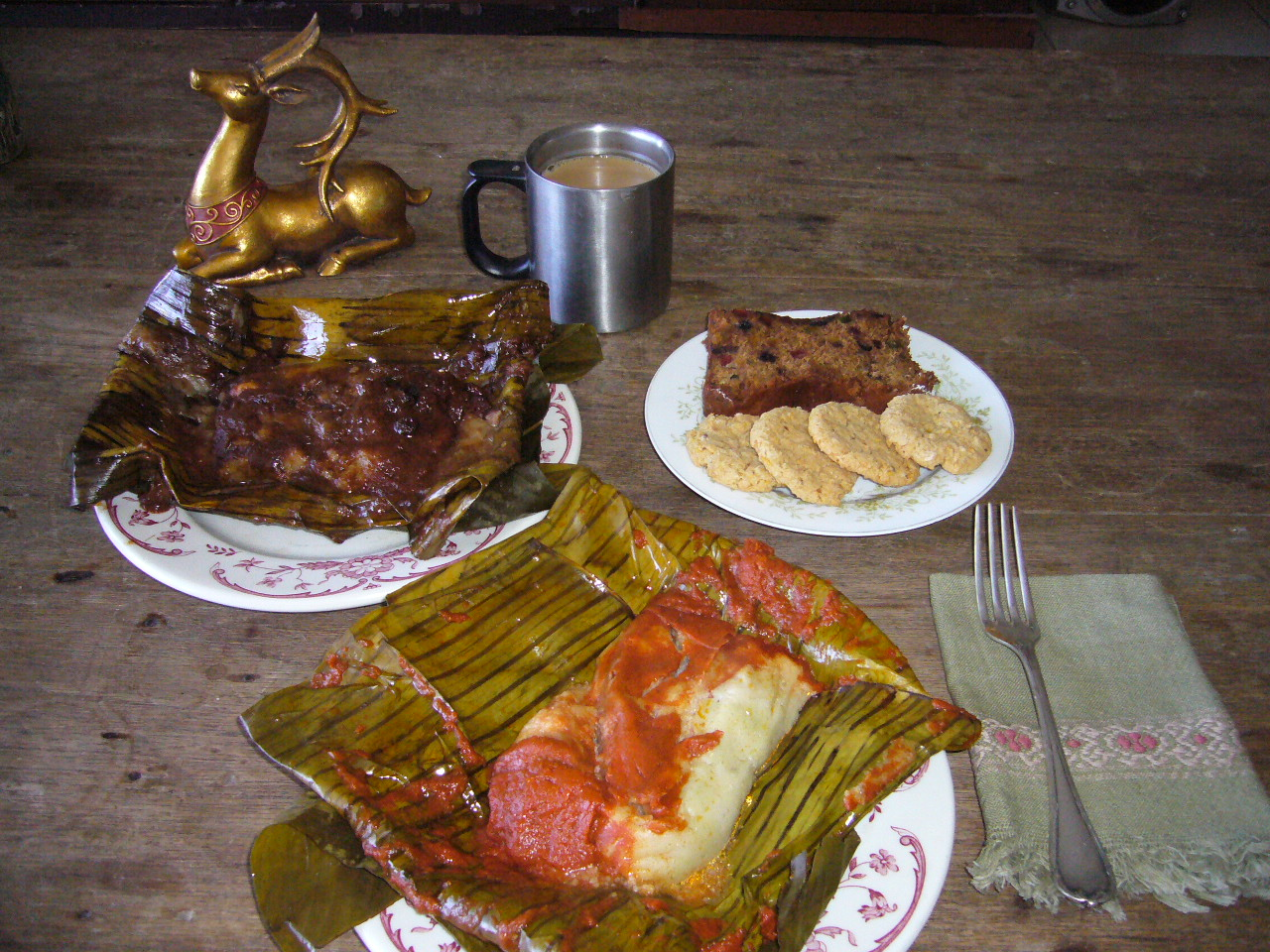
Zwarte en rode tamales uit Guatemala vergezeld van koffie, havermoutkoekjes en fruitcake; een typisch kerstontbijt
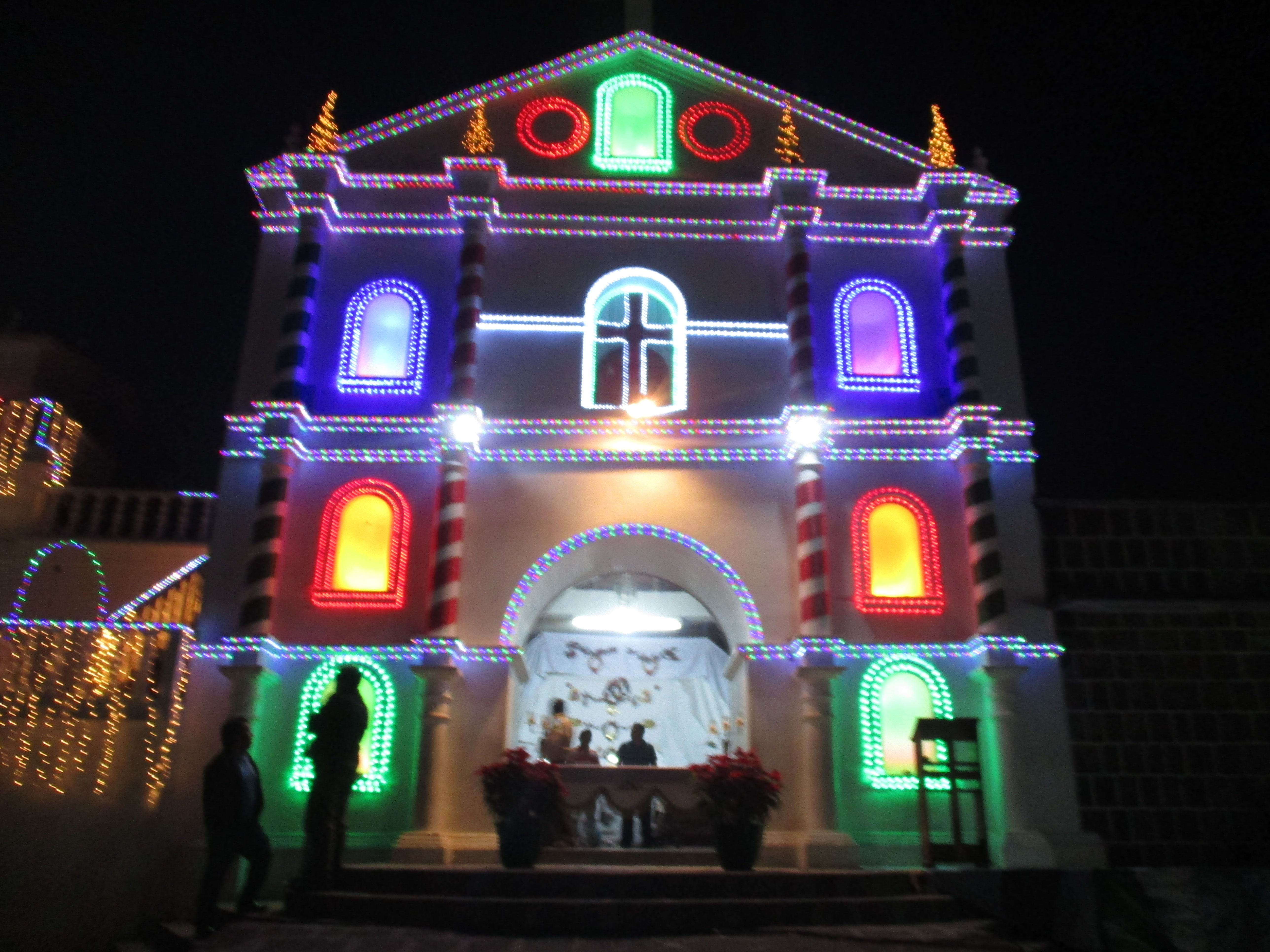
De Església de San Pedro in San Pedro La Laguna is voor de missa del gall (haanmis) verlicht, 24 december 2015
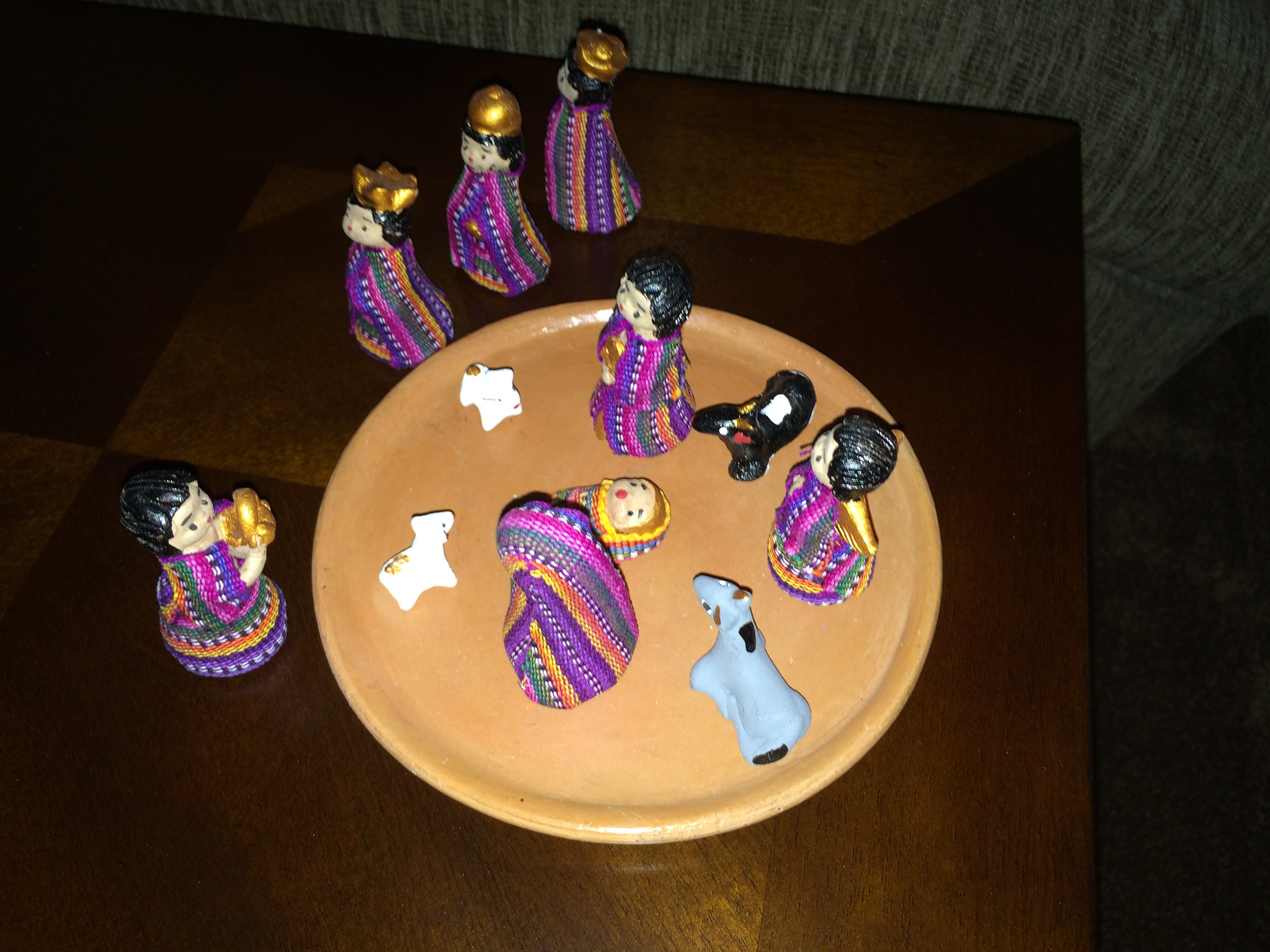
Kerststal uit Guatamala
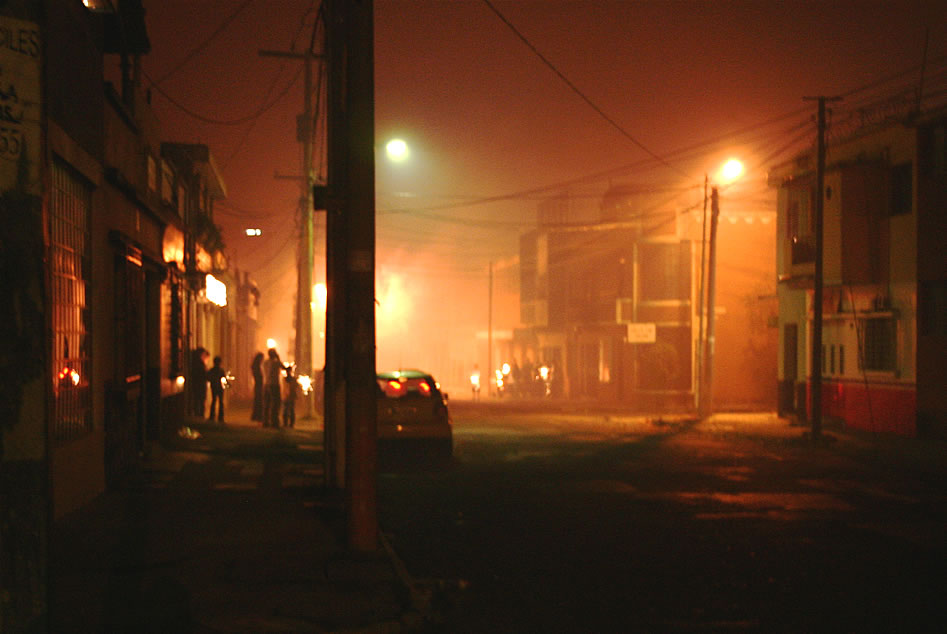
De viering van Nochebuena, 2006

## Guyana

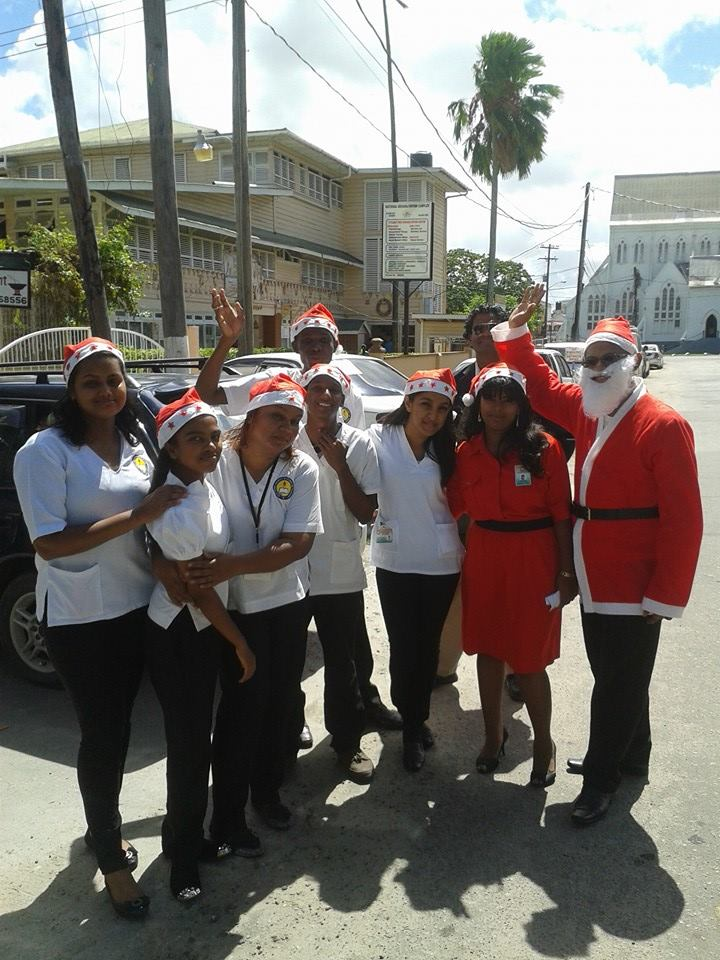
Kerstman in Guyana

## Hongarije

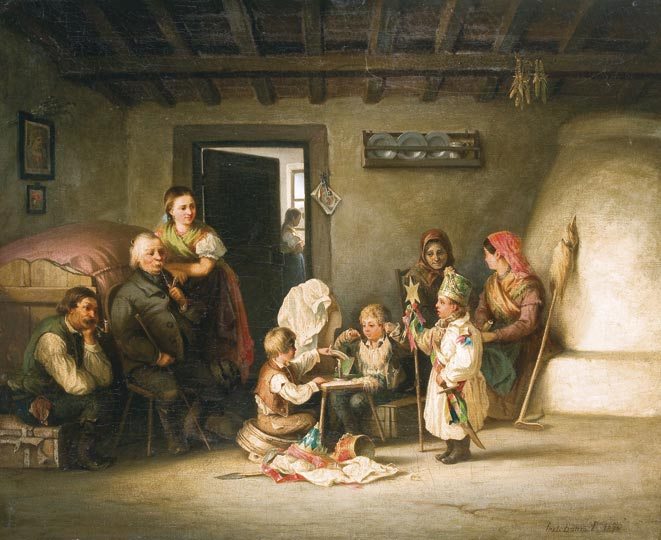
Voorbereiding voor Betlehemezés, 1870

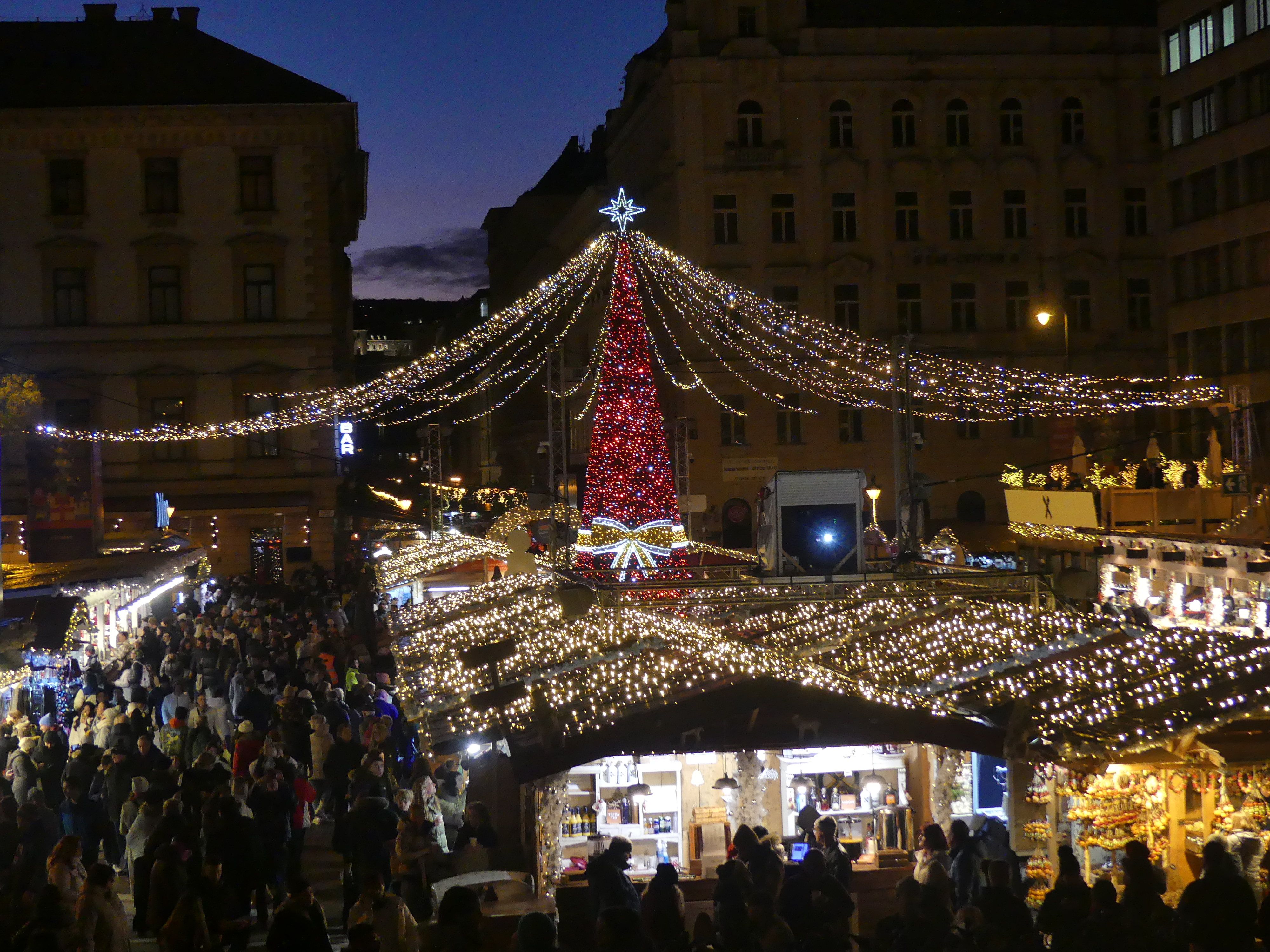
Kerstmarkt in Boedapest, 16 december 2024

Het Hongaarse woord voor kerstmis is Karácsony. 
In Hongarije wordt kecskézés opgevoerd, het verhaal van de geboorte van Christus door de ogen van een herder. Het spel wordt opgevoerd in de huizen. Een van de figuren is een domme geit, die vragen stelt. Aan de hand van deze dialoog wordt het hele verhaal over de komst van Christus verteld. Na de opvoering worden de bewoners gezegend en wordt hun een prettige kerst gewenst. Als dank wordt voedsel of soms geld gegeven. Het gebruik is mettertijd aangepast, tegenwoordig wordt het vaak opgevoerd in de kathedraal.
Een typisch Hongaarse kersttraditie is Betlehemezés (wat zoiets betekent als het toneelstuk van Bethlehem). De Bethlehem-groep bestaat doorgaans uit drie herders, drie koningen, een engel, de Maagd Maria en Sint-Jozef. Het Betlehem (een kerststal) wordt gebouwd door de groep. Het moet een houten frame hebben bedekt met karton, versierd met kleurrijke linten en "bezet" met kerstgerelateerde karakters gemaakt van porselein of keramiek. De groep bezoekt meestal familieleden, buren, vrienden of anderen om hun toneelstuk op te voeren dat het verhaal van de geboorte van Jezus vertelt met enkele kerstliederen. Aan het einde van de voorstelling vragen ze zegeningen voor het huis en wensen ze fijne kerstdagen. In ruil daarvoor krijgen ze wat eten en geld.  

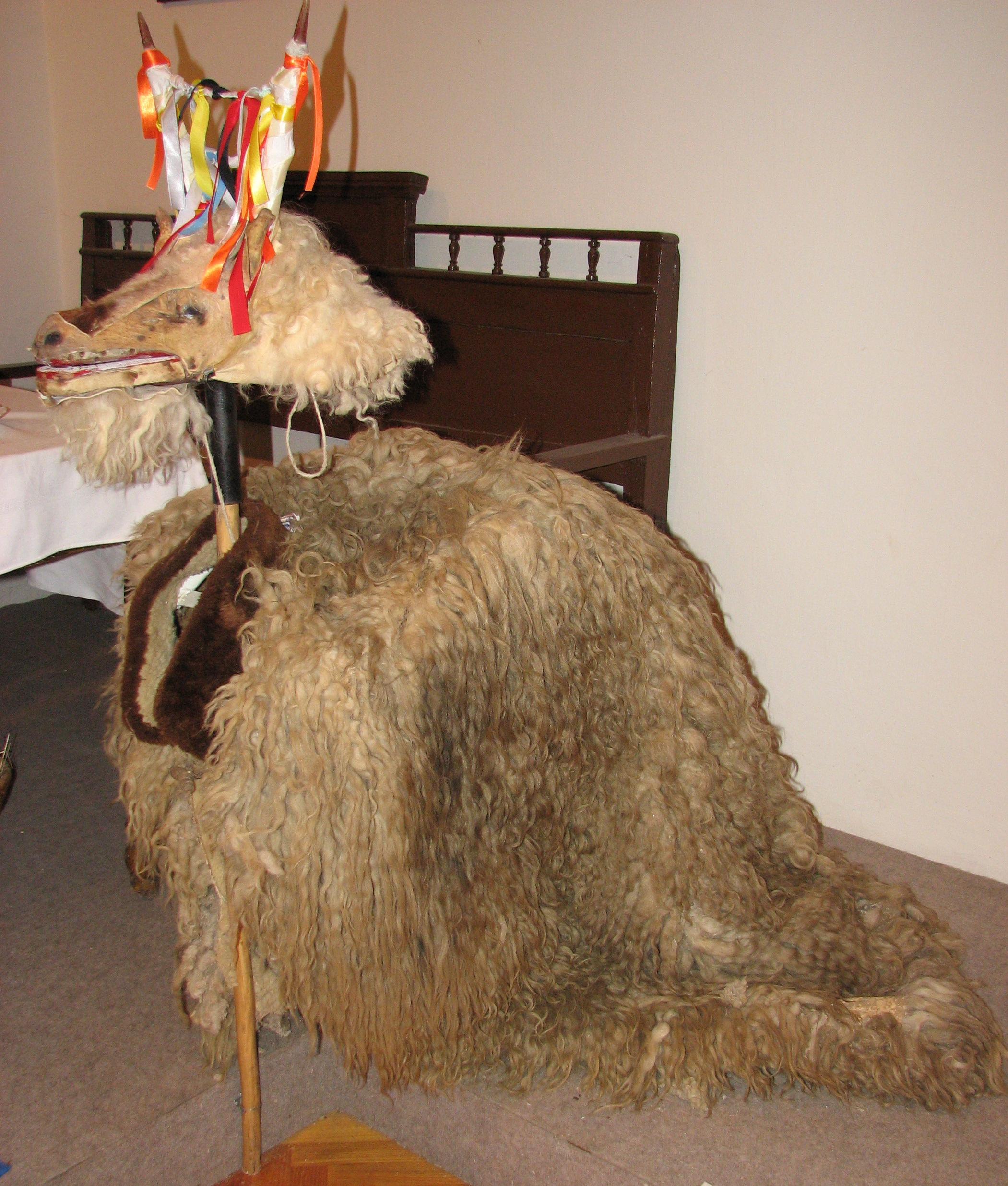
Een geiten-kostuum uit Hongarije
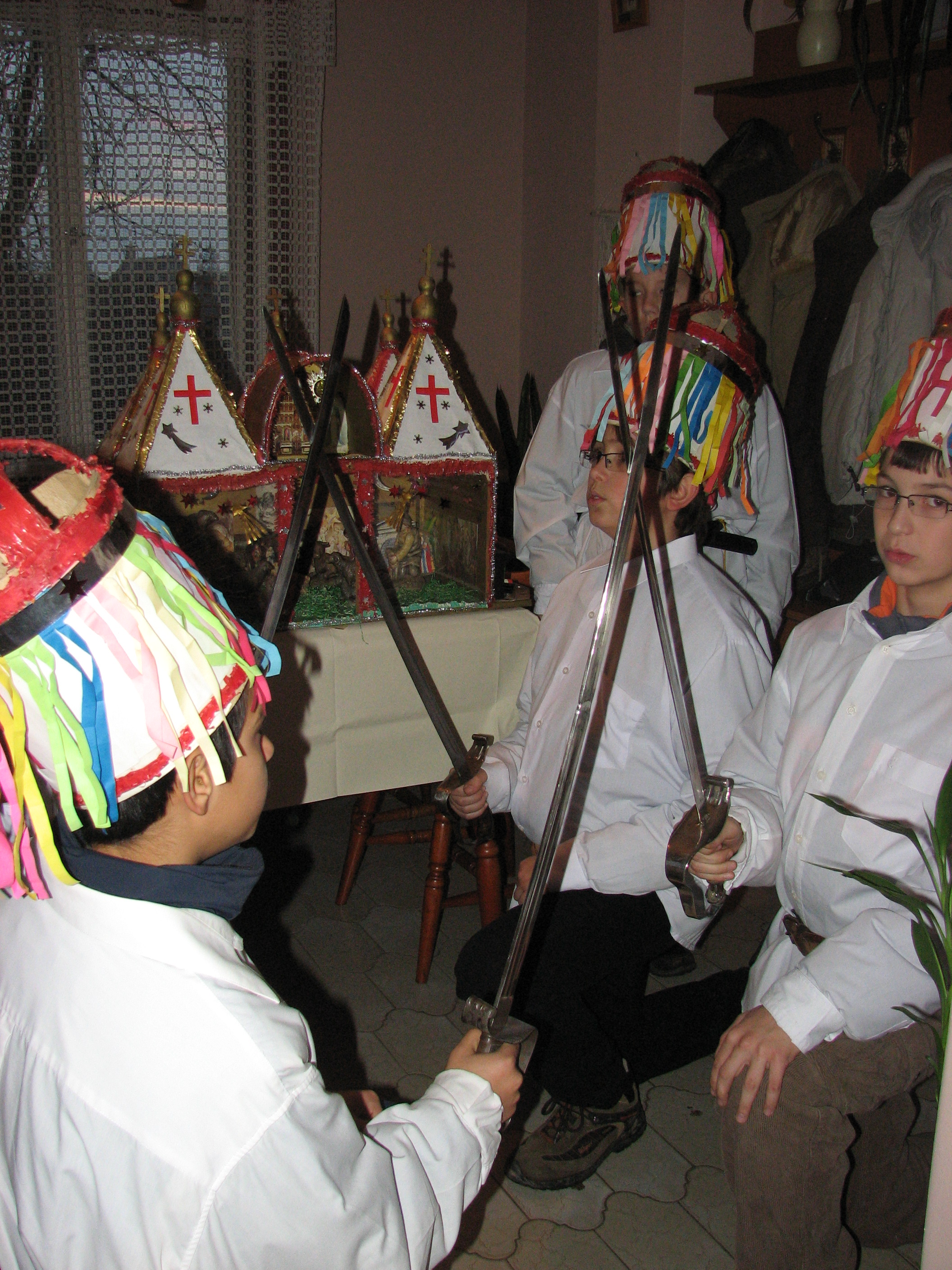
Betlehemezés, 2010
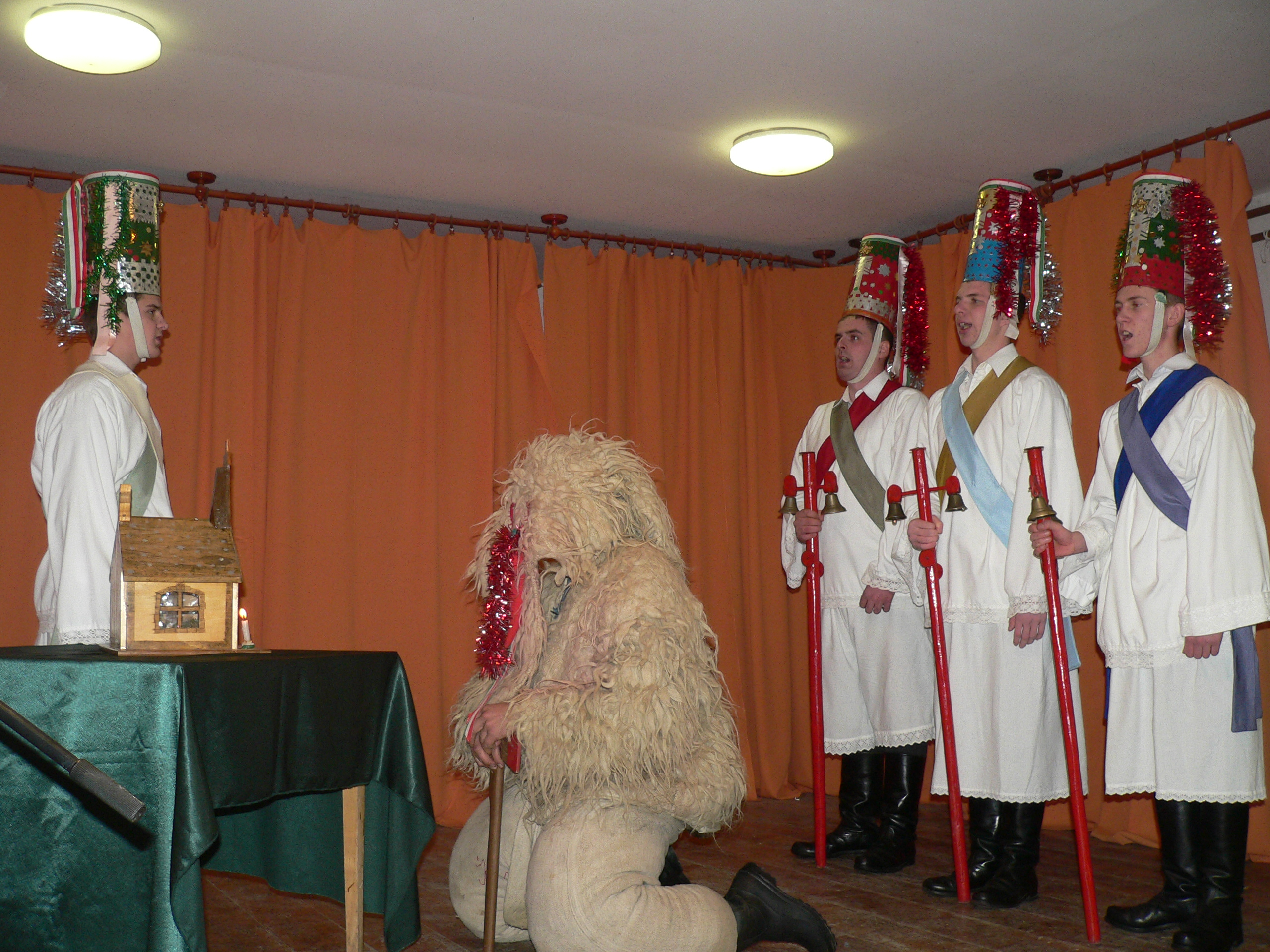
Betlehemezés in Füzér
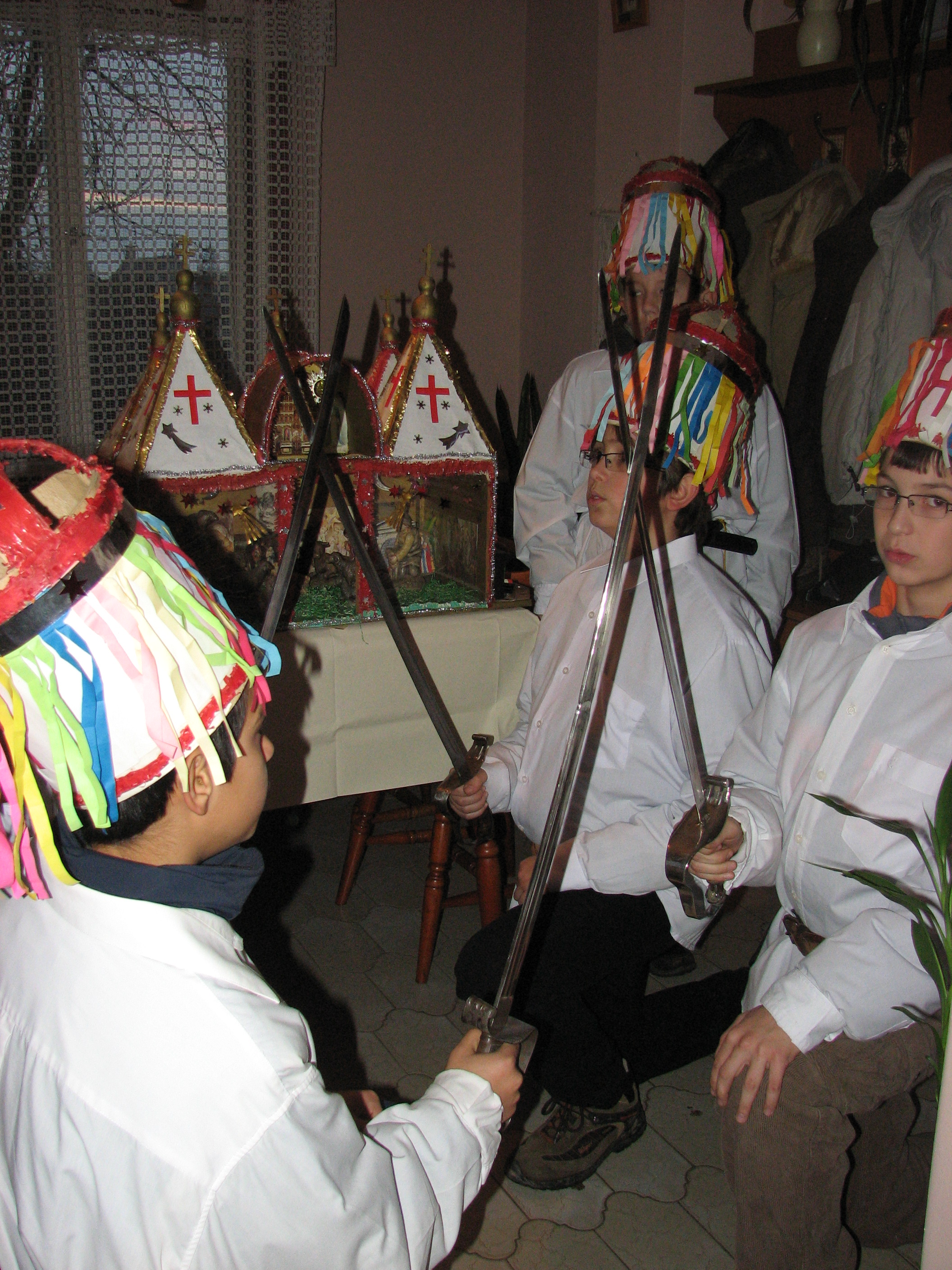
Betlehemezés in Hajdúdorog. De handgemaakte kerk op de foto heet Betlehem. Omdat deze stad een aantal Grieks-katholieke inwoners heeft, volgt het in deze stad gebouwde betlehem meestal de vorm van het belangrijkste Grieks-katholieke bedevaartsoord: de basiliek van Máriapócs.
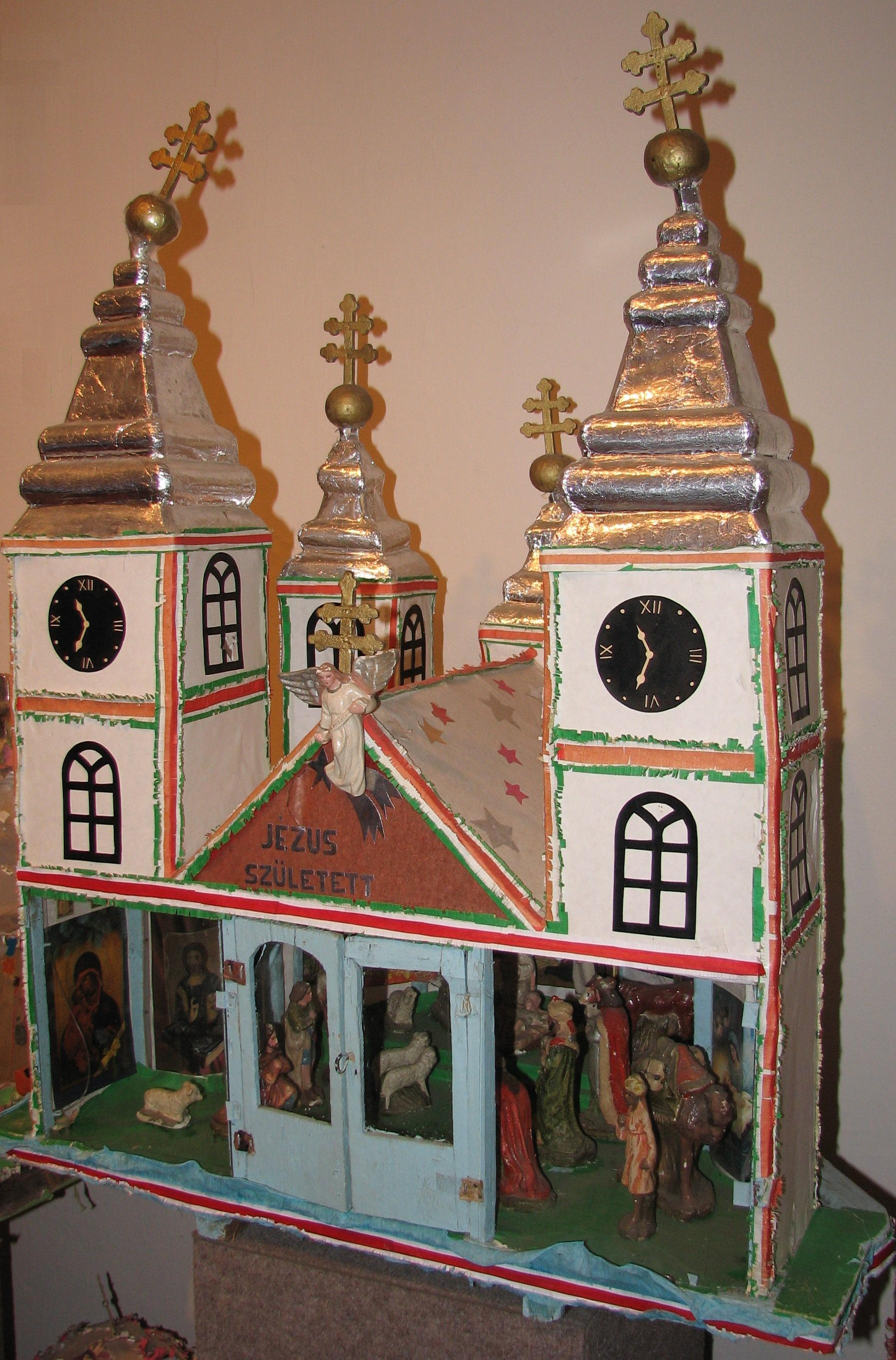
De afbeelding toont een handgemaakte kerk die de centrale rol speelt in een typisch Hongaarse kersttraditie, genaamd Betlehemezés.
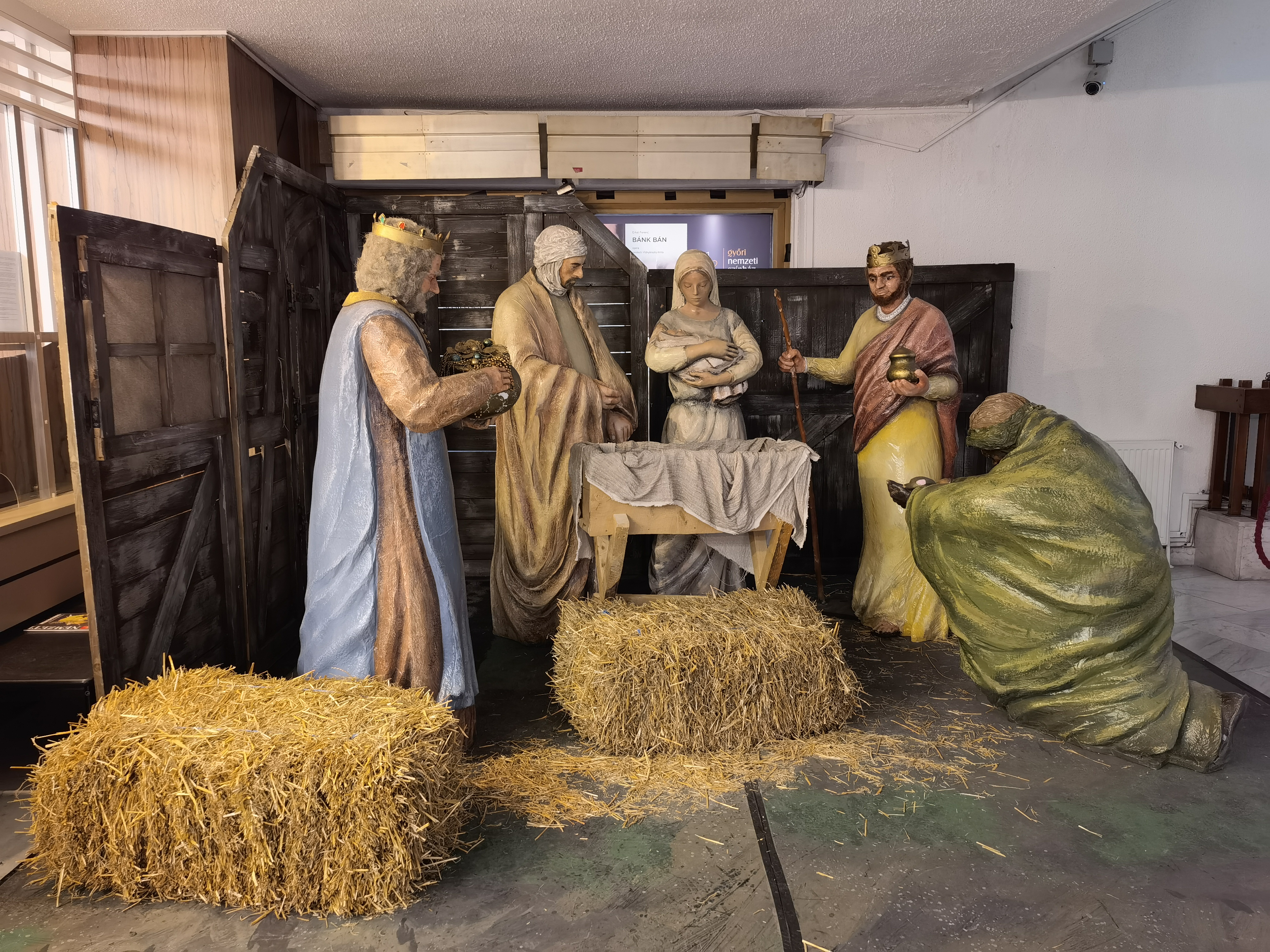
Kerststal, Győr
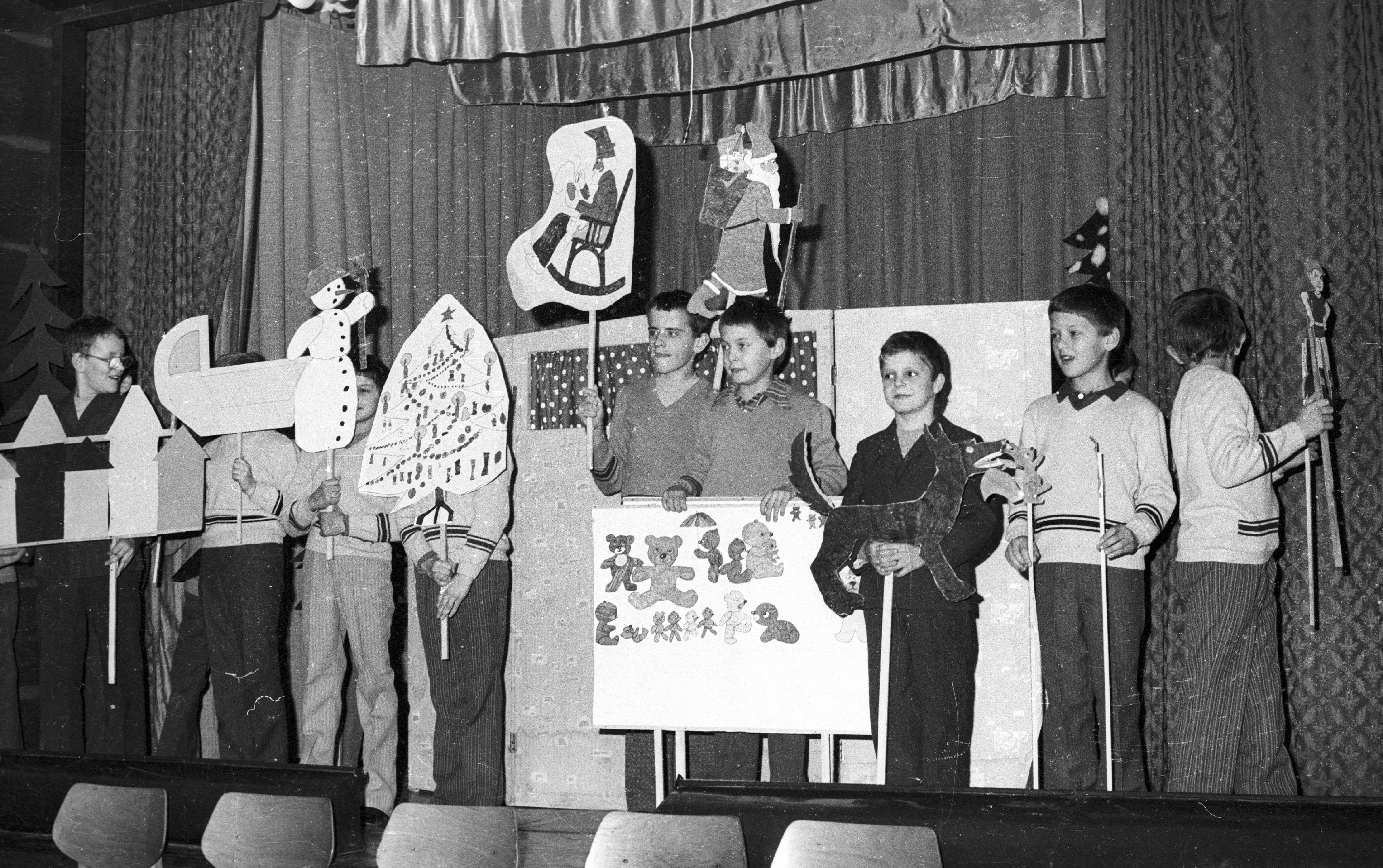
Kerstspel op een school, 1980
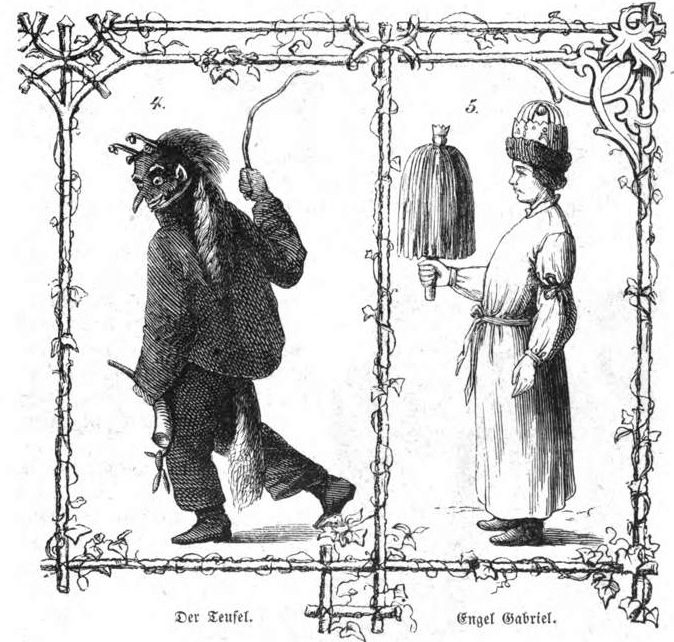
De duivel en aartsengel Gabriël, 1863
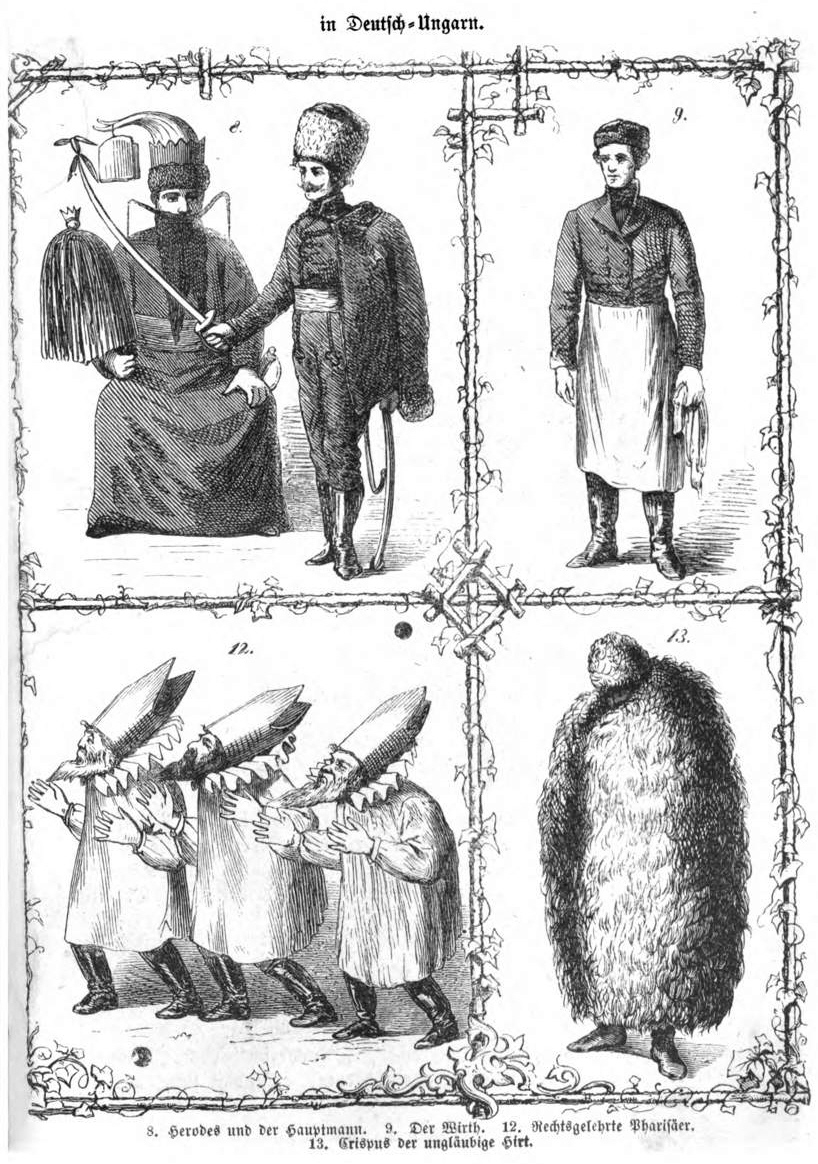
Herodes en de hoofdman, De herbergier, Farizeeën, Crispus (de ongelovige herder)
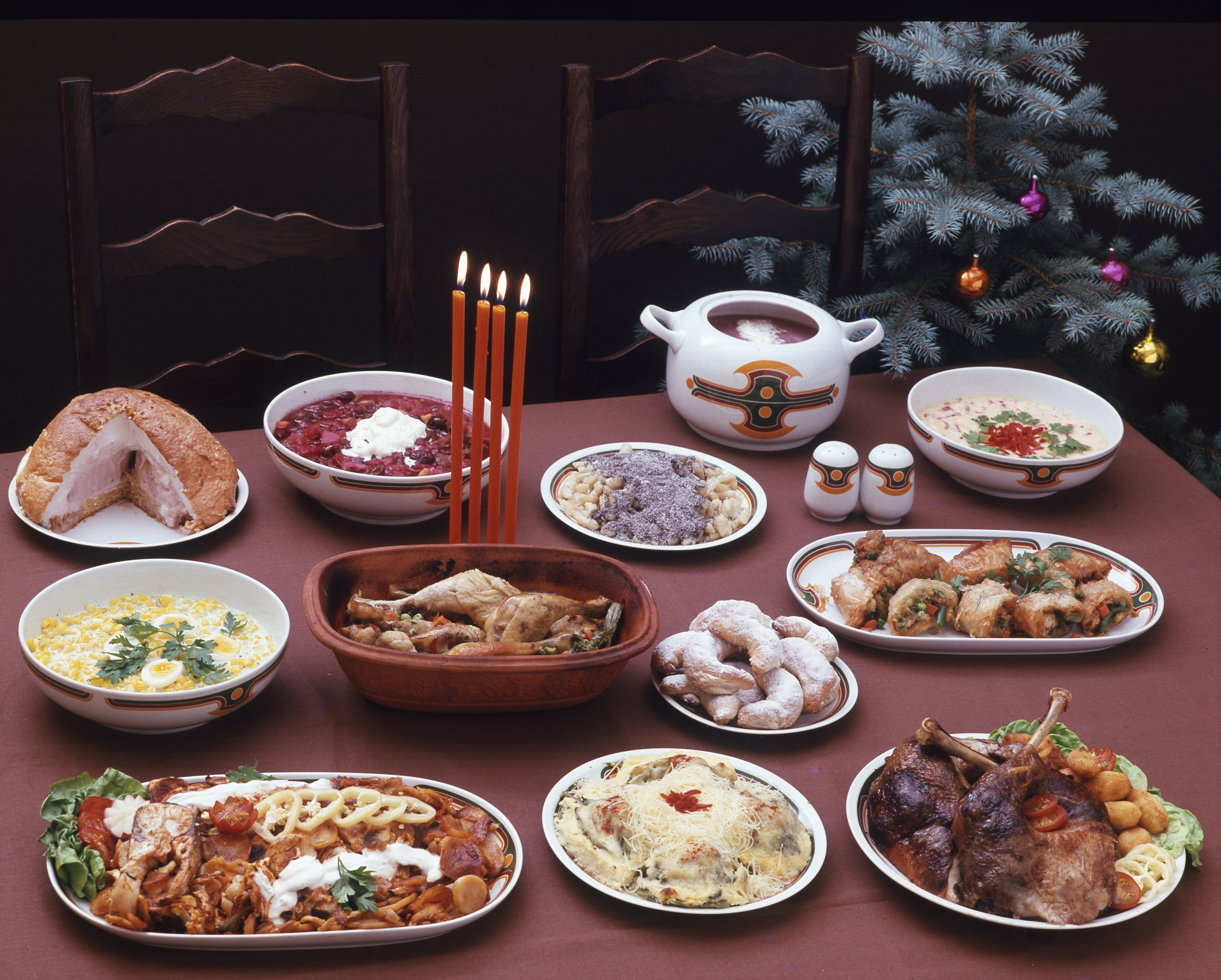
Gedekte tafel met csirkecomb, mákos nudli, vaníliás kifli, majonézes kukorica, karácsonyfadísz, karácsony, reklámfotó (1970)
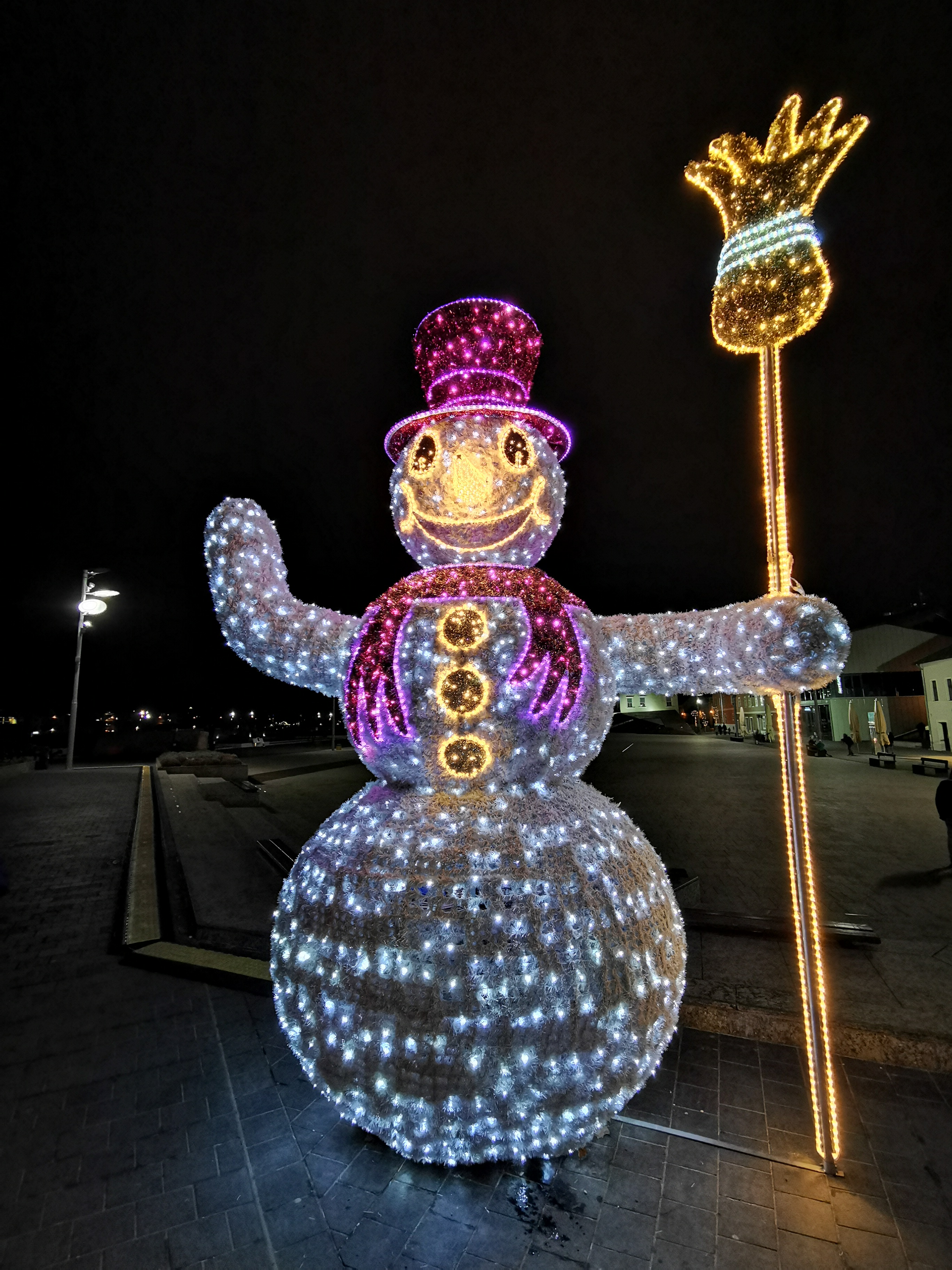
Kerstversiering
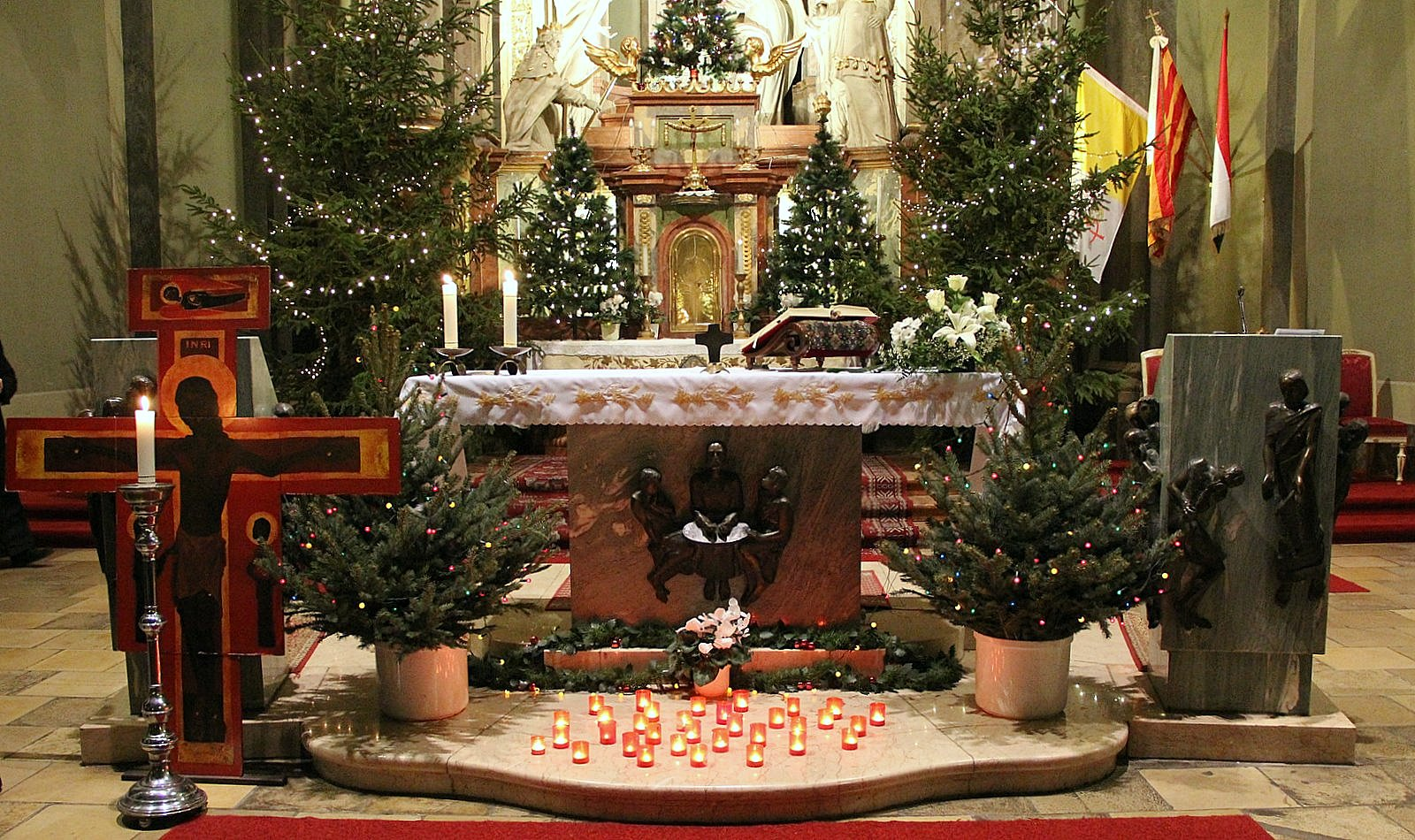
Interieur van de Sint-Annakerk (Boedapest)
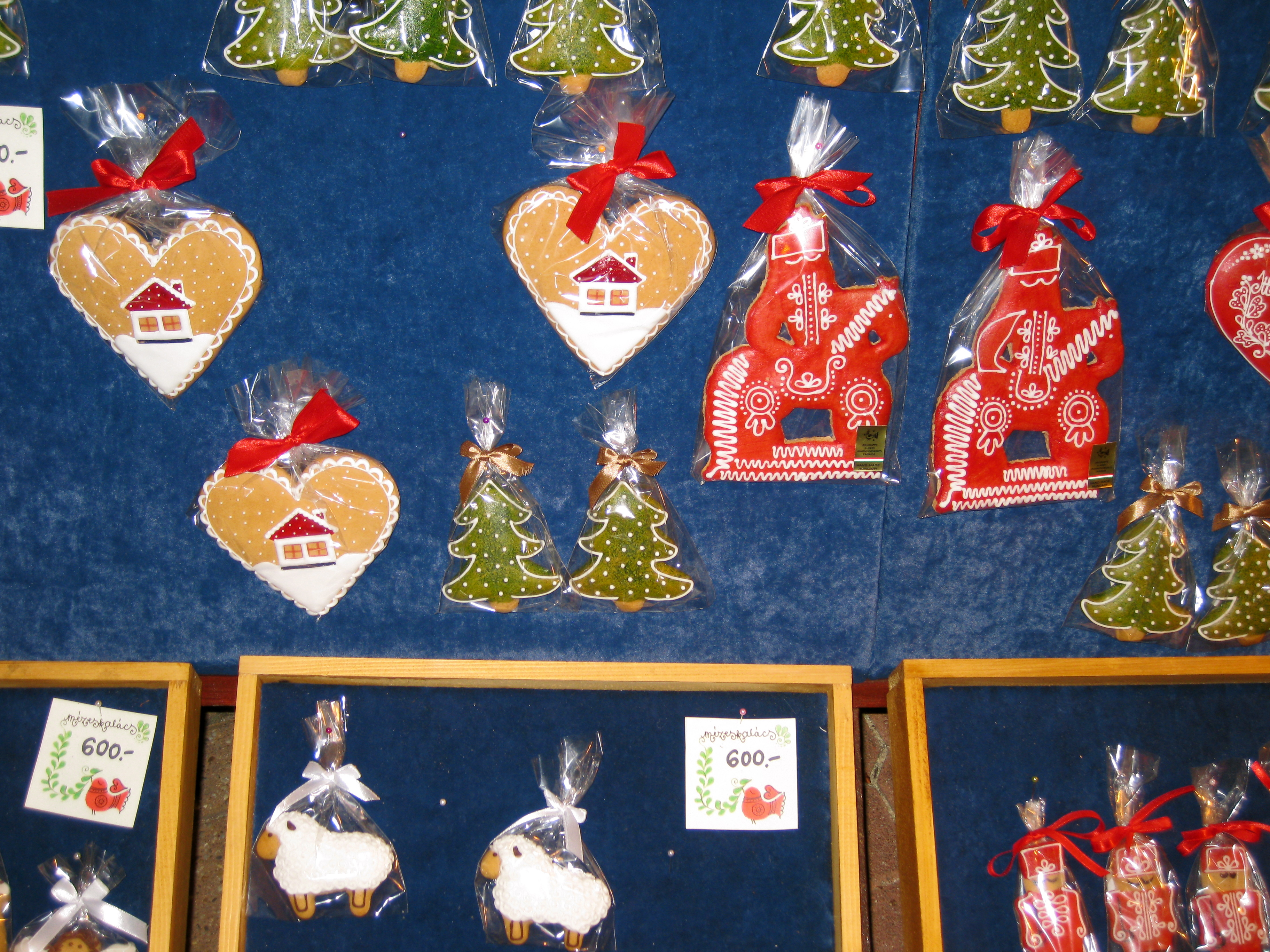
Kerstmarkt met typische Hongaarse kerstlekkernijen
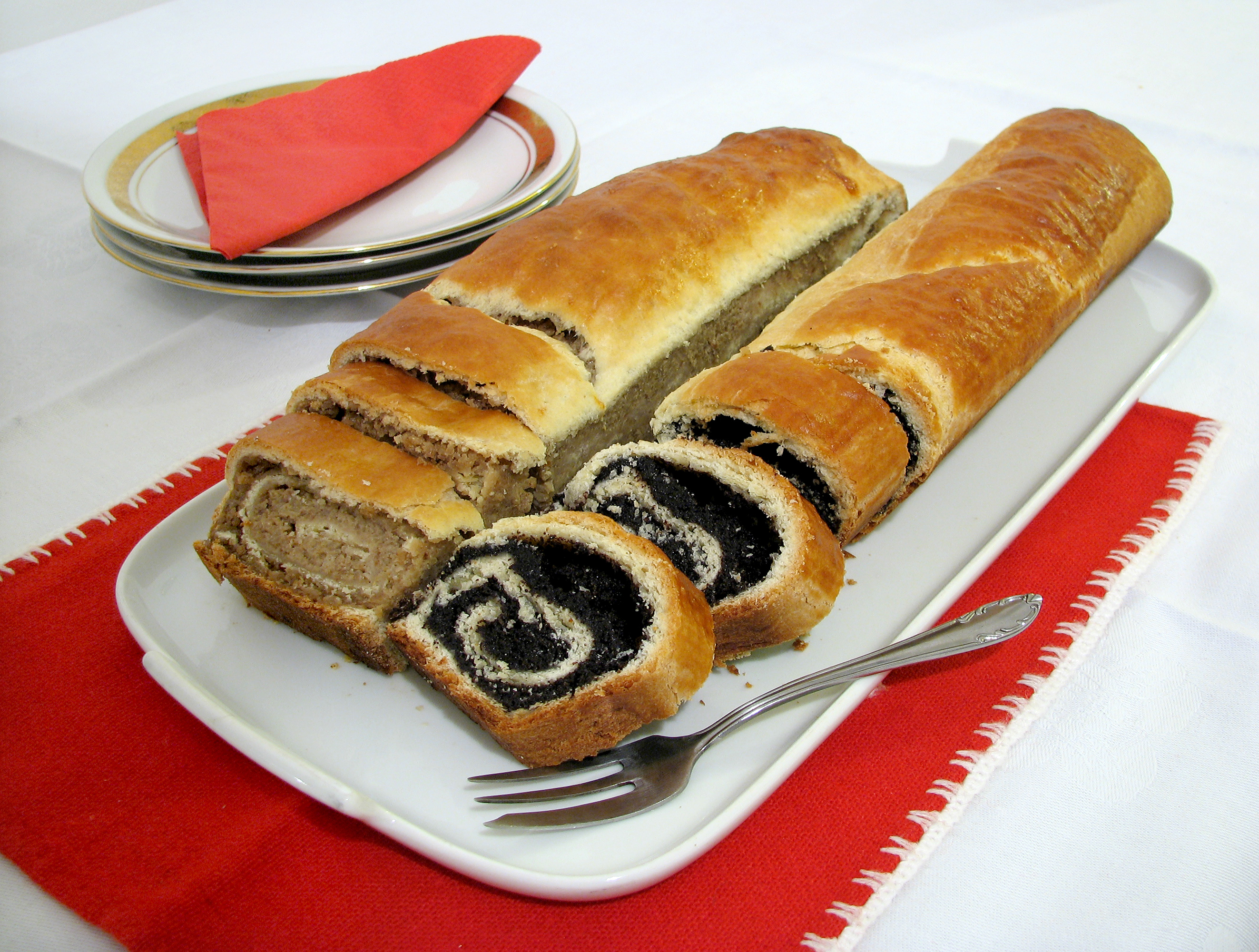
Bejgli (soms beigli), een Hongaars gebakje, gegeten met Kerstmis en Pasen. De linker is gevuld met walnoot, de rechter met maanzaad.

## Hongkong

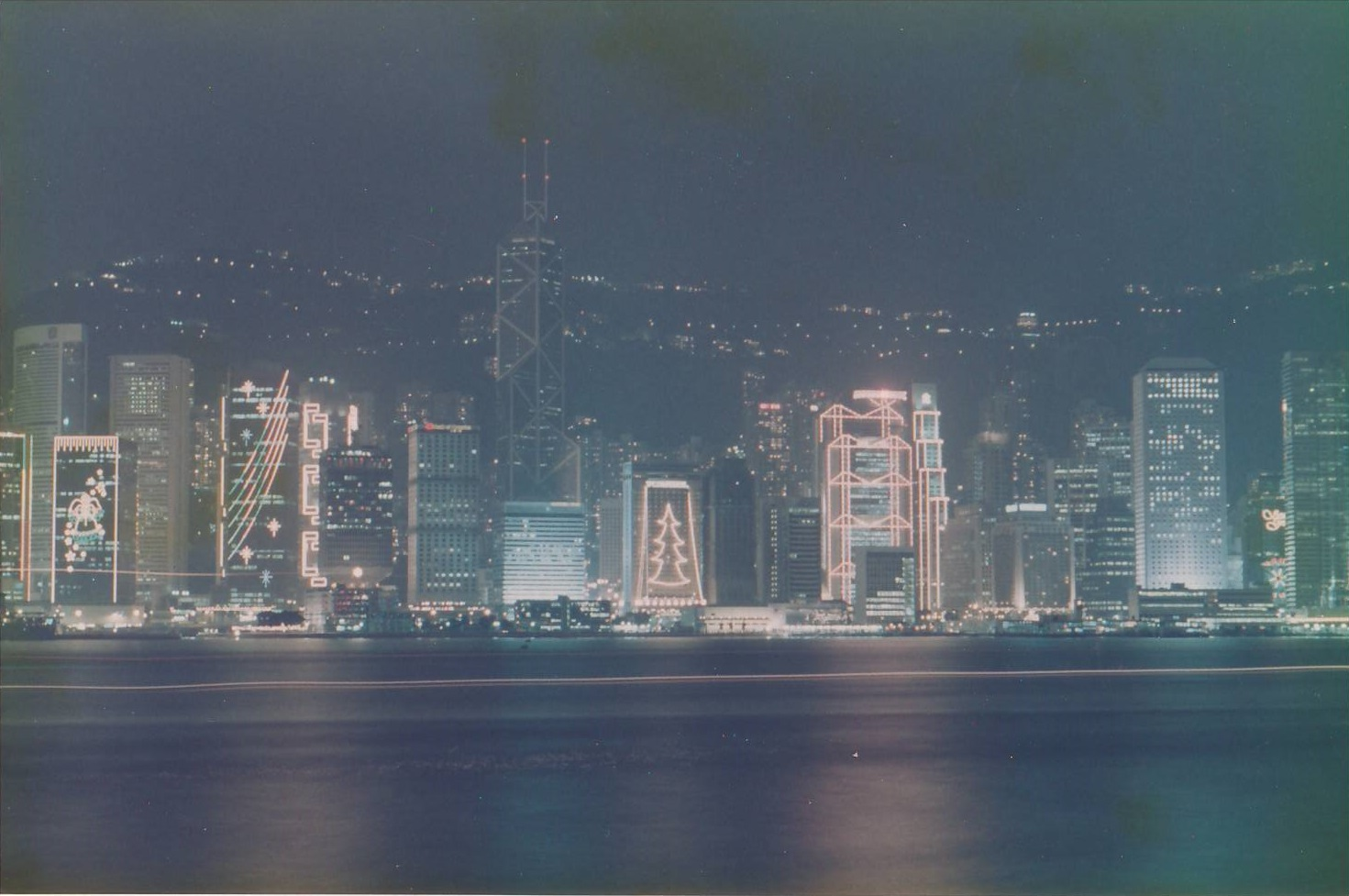
Flatgebouwen worden voorzien van kerstversiering in Hongkong

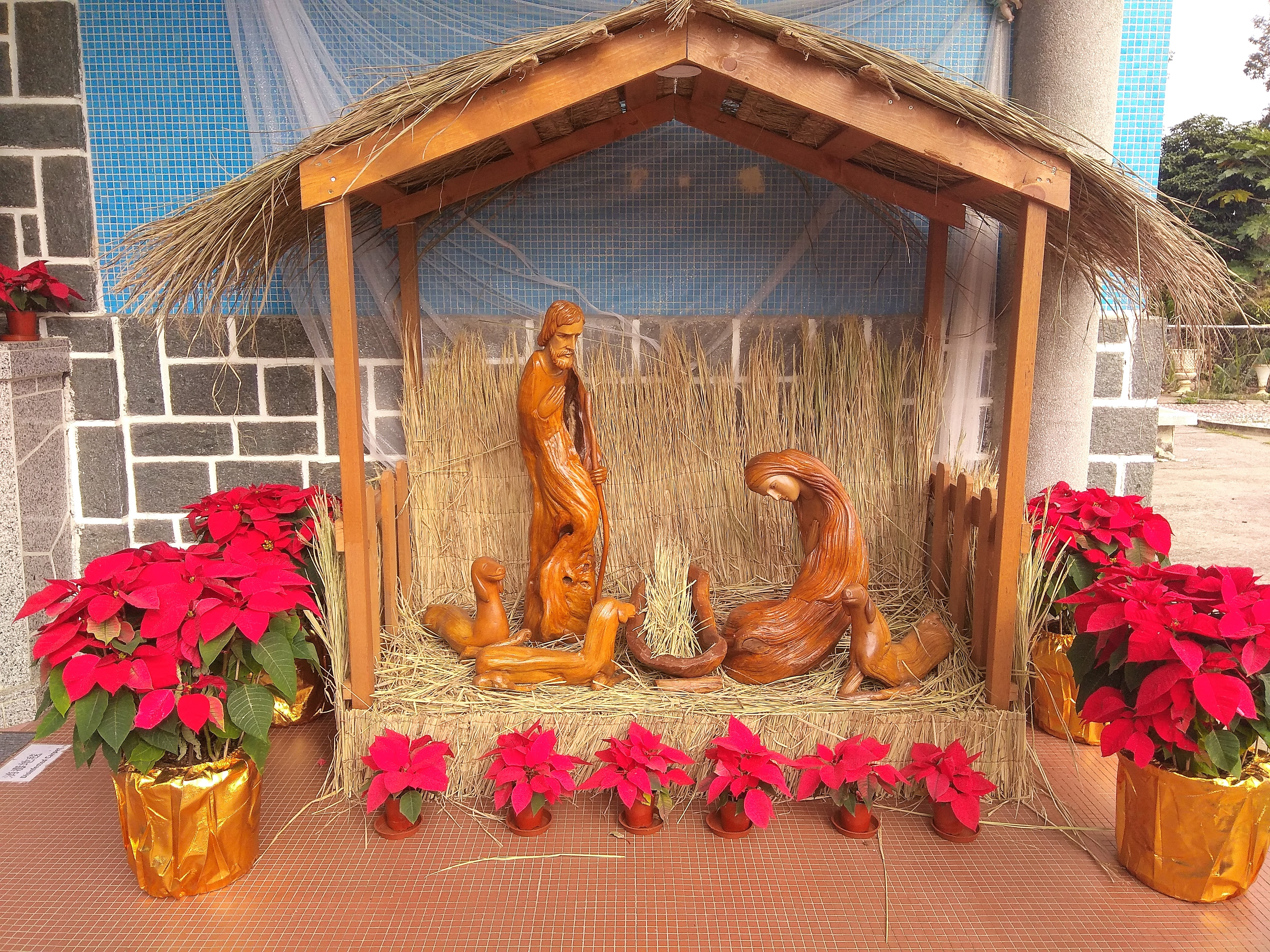
Kerststal

In Hongkong wordt in tegenstelling tot de rest van China wel kerst gevierd.

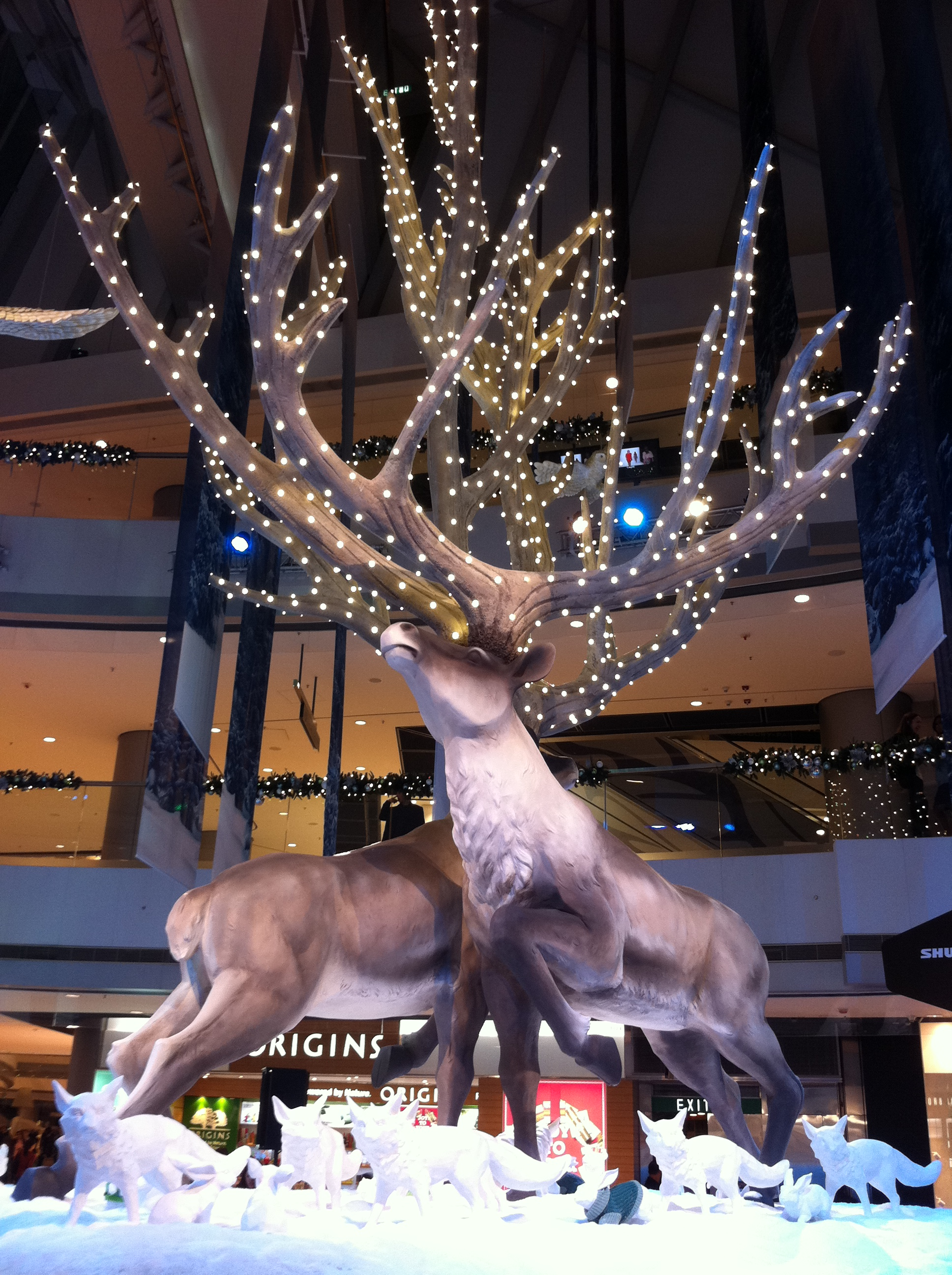
Kerstversiering in Hongkong
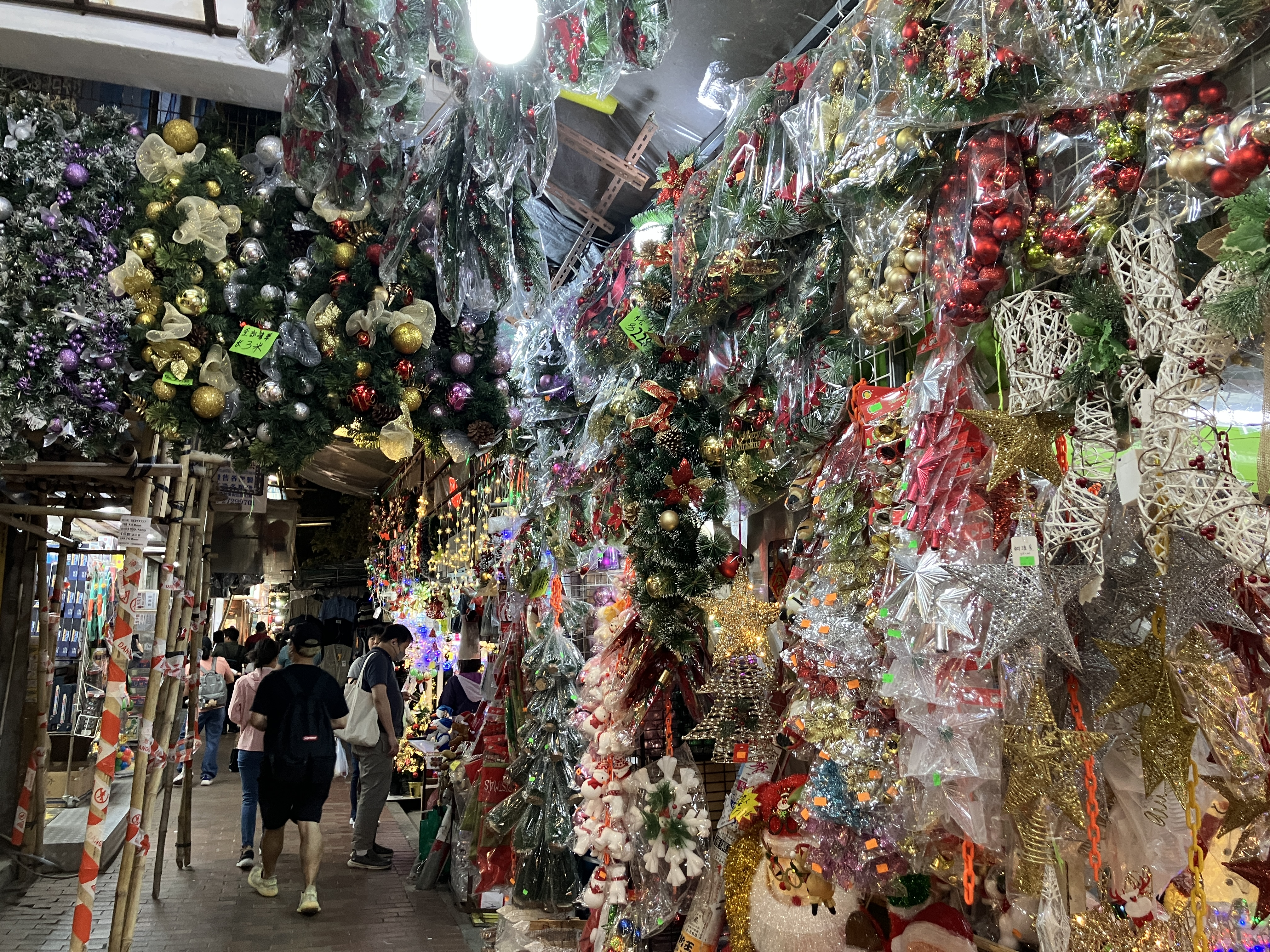
Winkel met kerstversiering in Hongkong
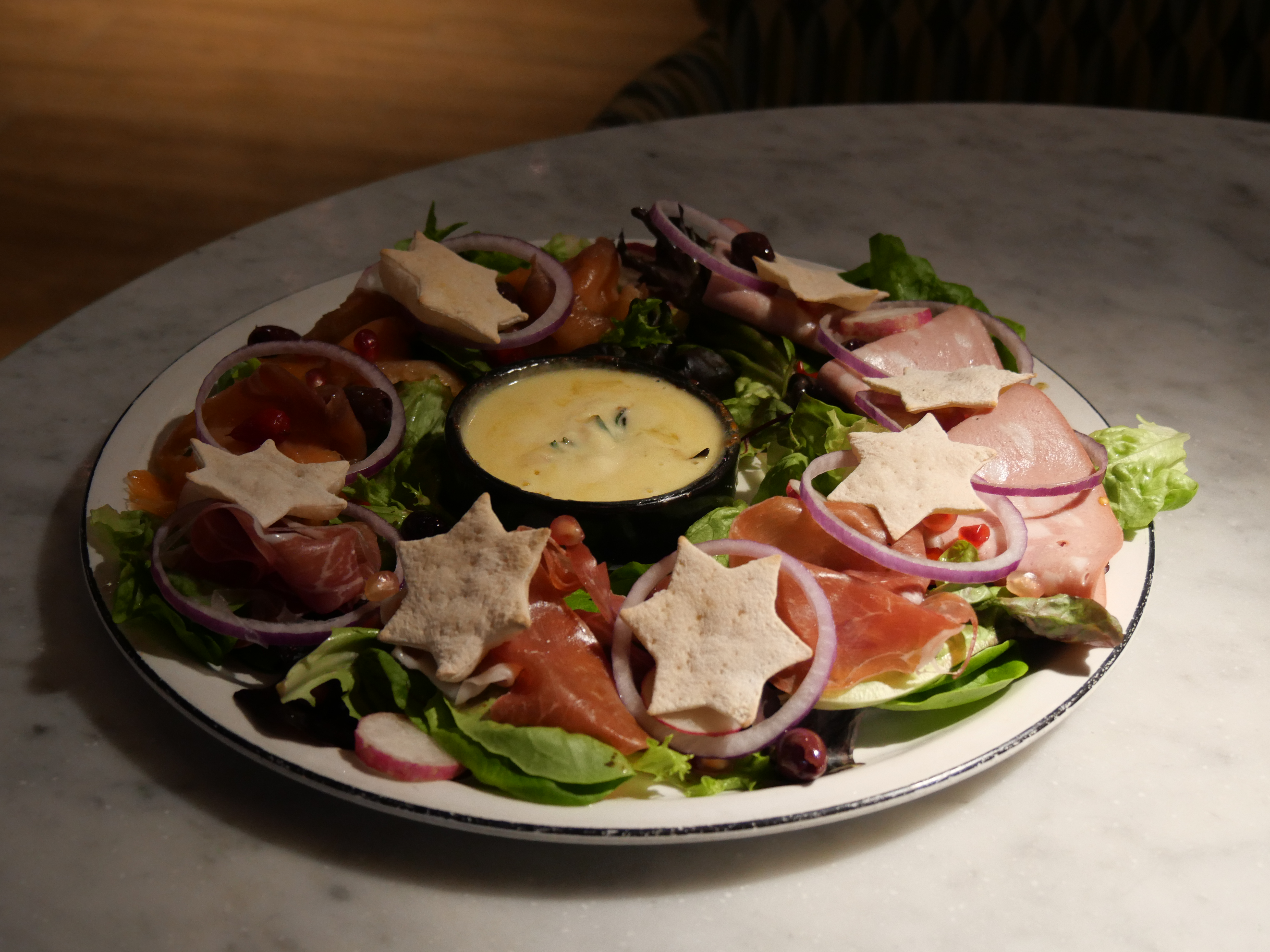
Een kerstkrans schotel in Hongkong
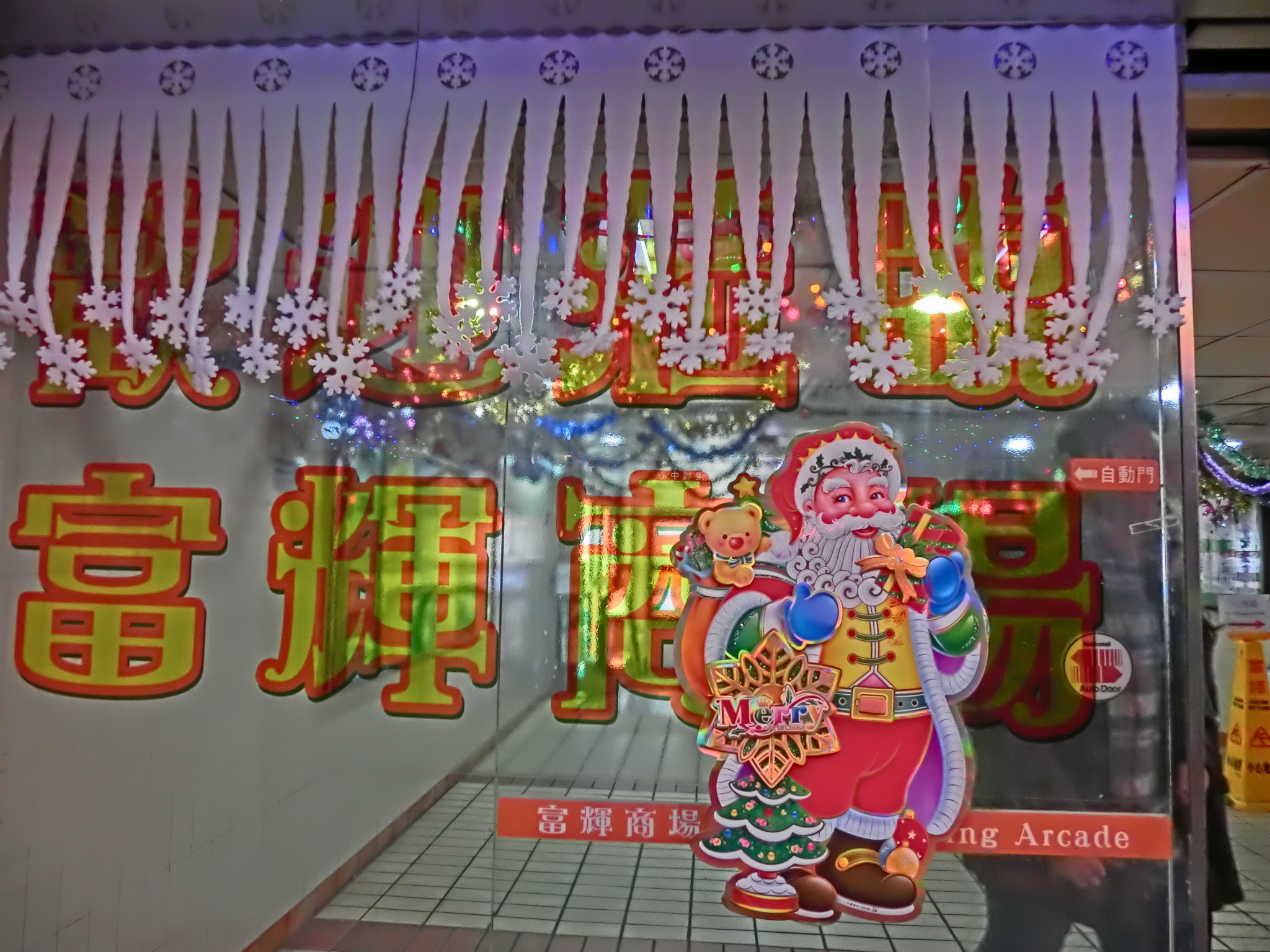
Kerstversiering in een winkelcentrum
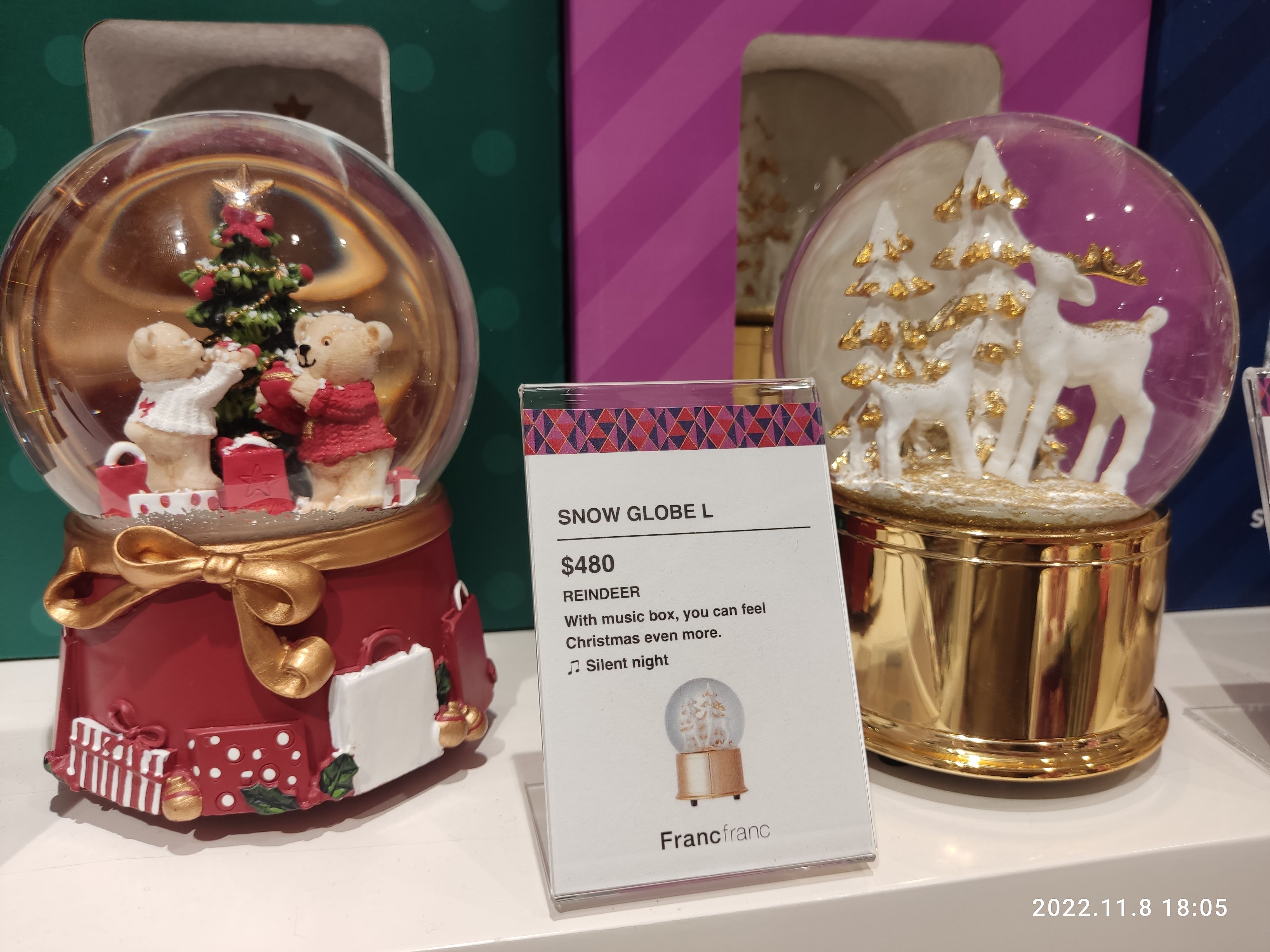
Sneeuwbollen met kerstmuziek in een winkel in Hongkong
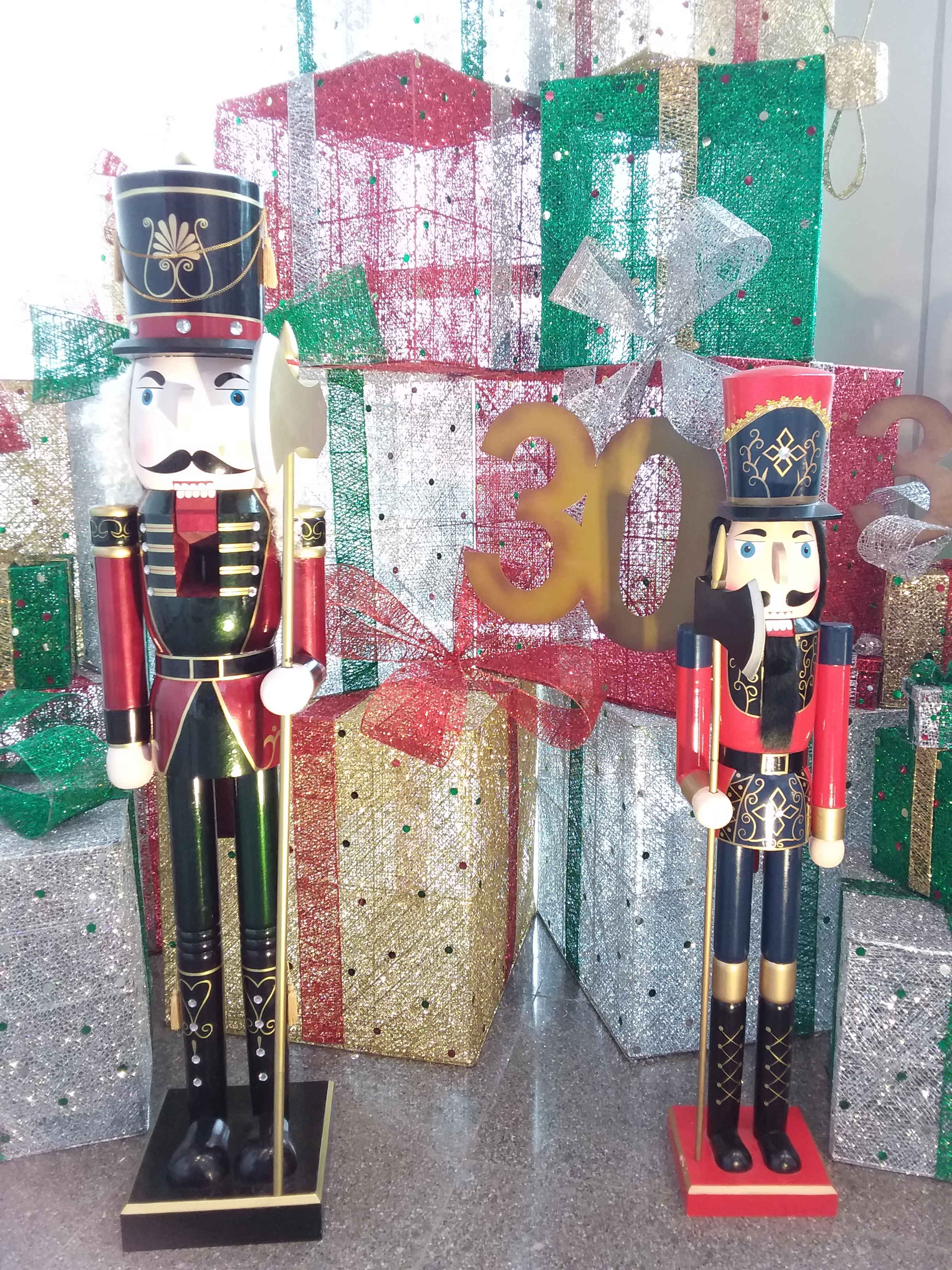
Notenkrakers als kerstversiering in Hongkong
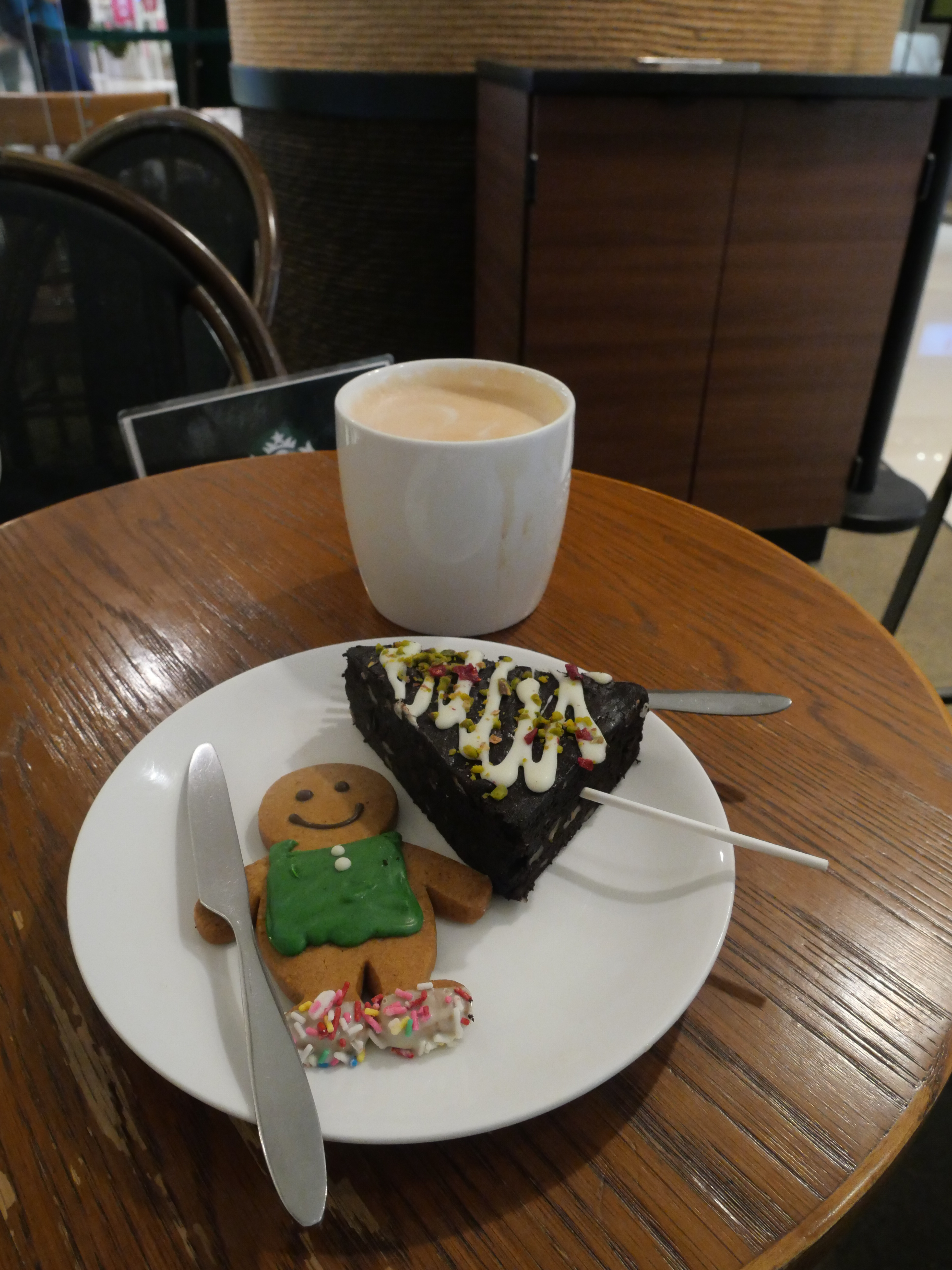
Een cappuccino met gingerbread man en chocoladekerstboom
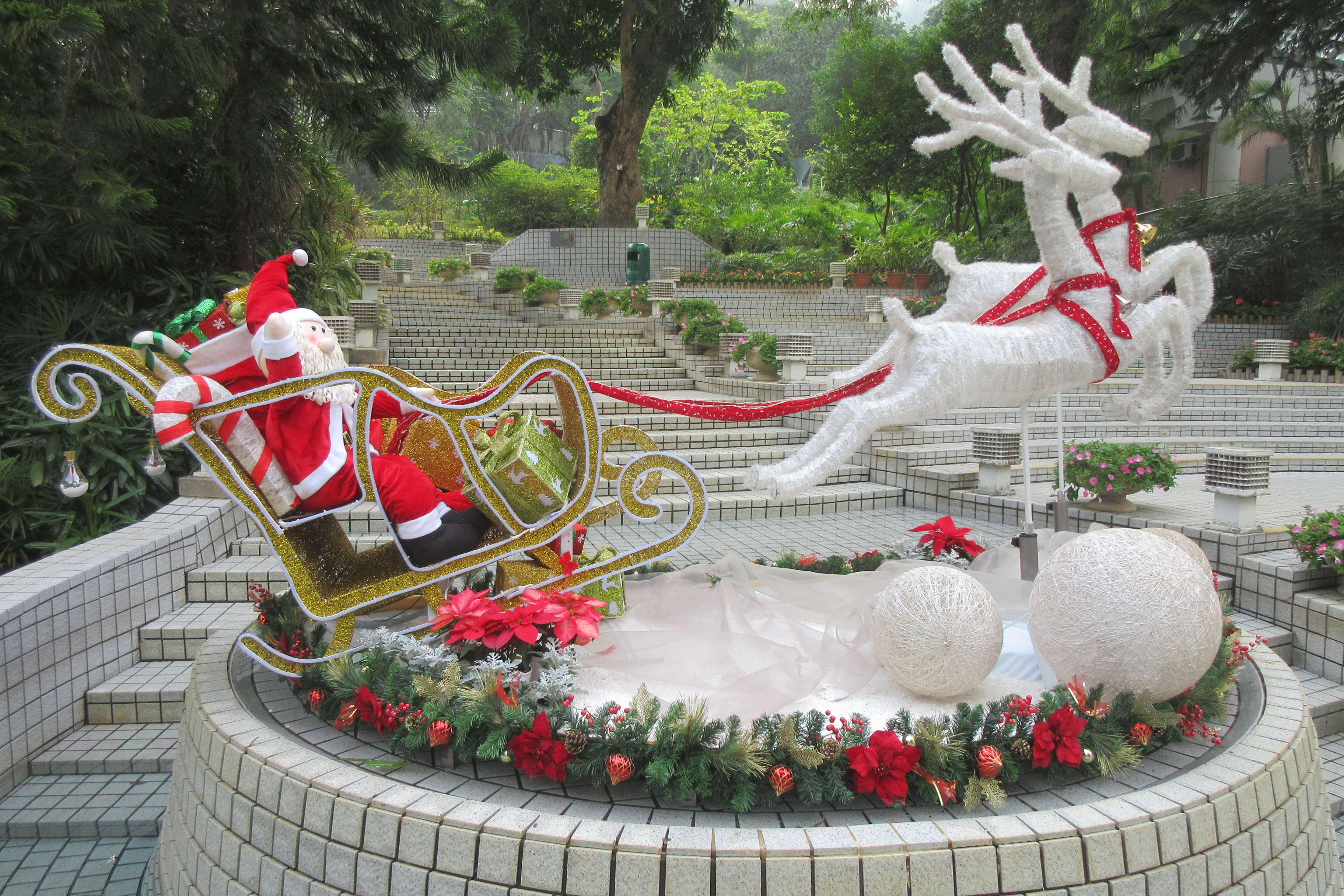
Kerstversiering; Santa Claus en zijn slee

## Ierland

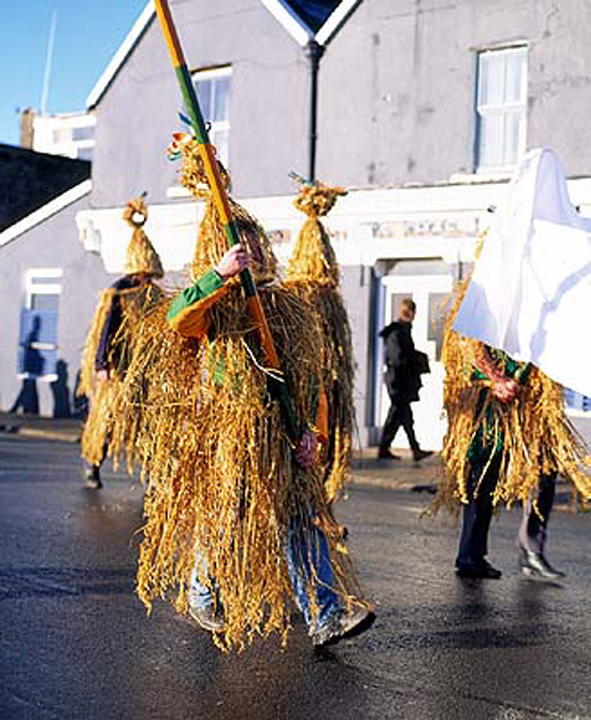
Wrenboys tijdens St. Stephens Day (26 December) in Dingle

Nollaig na mBan is een traditie in Ierland waarbij vrouwen een dag vrij krijgen na alle inspanningen voor Kerstmis.
Wren Day (Iers: Lá an Dreoilín), of Hunt the Wren Day (Manx-Gaelisch: Shelg yn Dreean), is een Ierse en Manx gewoonte op 26 december, Saint Stephen's Day (in het grootste deel van Ulster bekend als Boxing Day). Traditioneel joegen mannen en jongens op een winterkoninkje en plaatsten het op een staf versierd met hulst, klimop en linten, of stelden het tentoon in een versierde doos bovenop een paal. Dit werd door de buurt geparadeerd door een groep 'Wrenboys' - meestal gekleed in stromaskers, groen en kleurrijke bonte kleding - die liedjes zongen en muziek speelden in ruil voor donaties. Op het eiland Man hielden de mensen daarna een begrafenis voor het winterkoninkje en dansten rond de winterkoninkjespaal. Wren Day is sinds het einde van de 20e eeuw weer in opkomst, hoewel het winterkoninkje niet langer wordt bejaagd en in plaats daarvan een opgezet winterkoninkje wordt gebruikt. Tot in de negentiende eeuw bestonden er in delen van Groot-Brittannië en Frankrijk soortgelijke nieuwjaarstradities. Geleerden geloven over het algemeen dat de winterkoninkjesjacht “behoort tot de grote categorie van rituelen die als doel hebben om kwade invloeden te verbannen tijdens een seizoenscrisis”. Er zijn verschillende volksverhalen over de oorsprong van de winterkoninkjesjacht. Sommigen zeggen dat er op Sint-Stefanusdag wordt gejaagd omdat een winterkoninkje de bewakers wakker maakte toen Sint-Stefanus probeerde te ontsnappen. Een ander zegt dat de heilige een winterkoninkje als huisdier had dat samen met hem werd gestenigd. Weer een ander rationaliseert het als een herdenking van de Kindermoord.
In veel gebieden van Ierland was het traditie om op oudejaarsavond een grote barmbrack te bakken door de vrouw des huizes. Als de avond viel, nam de man des huizes drie happen uit de cake en gooide deze tegen de voordeur terwijl hij de Heilige Geest aanriep. Dit was om armoede of hongersnood af te wenden. Na een aanroeping verzamelde de familie de stukken cake en at deze op. In een variant van deze traditie uit het westen van County Limerick werd de deur drie keer met de cake geslagen met een andere recitatie.

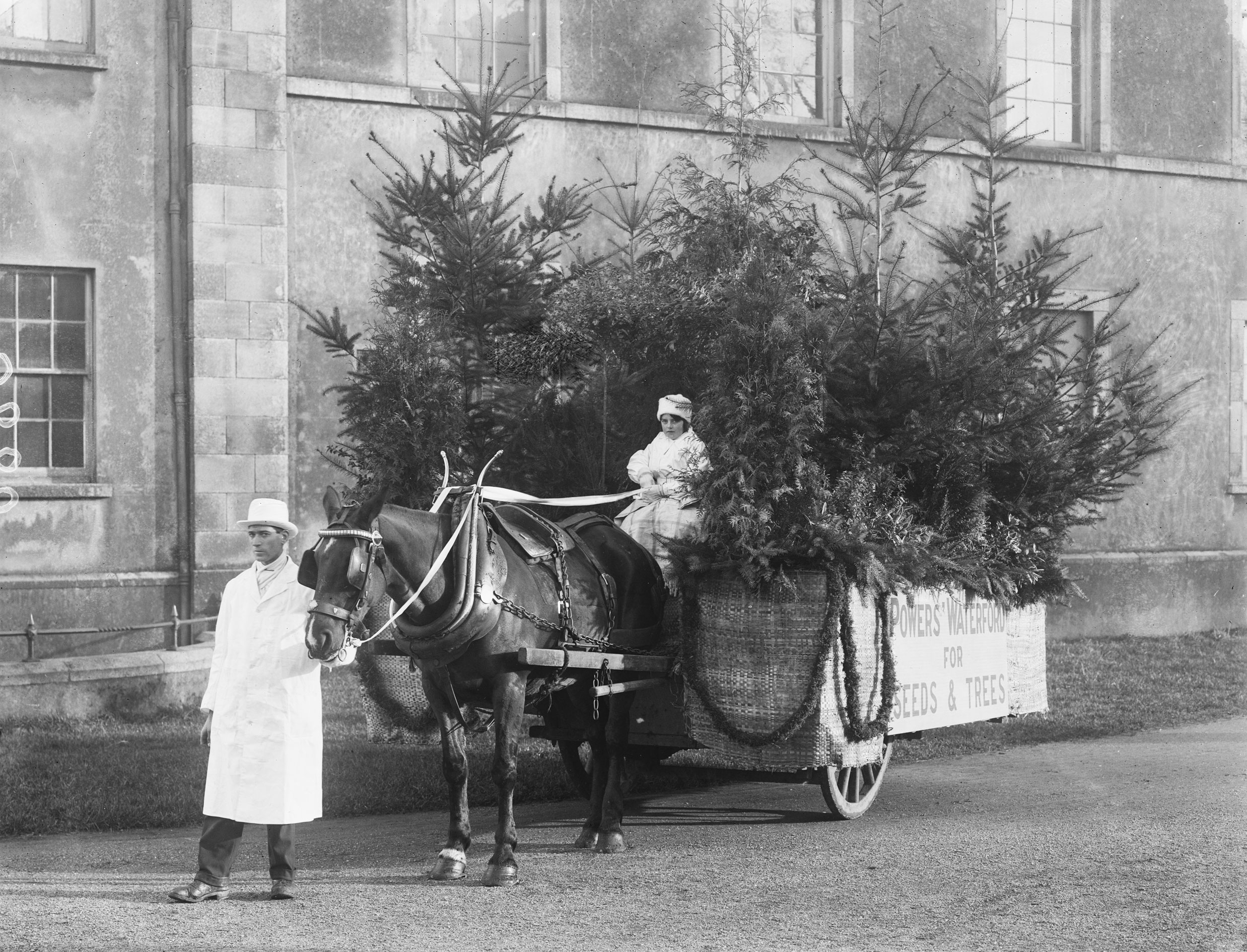
Een wagen vol kerstbomen in Ierland, 1929
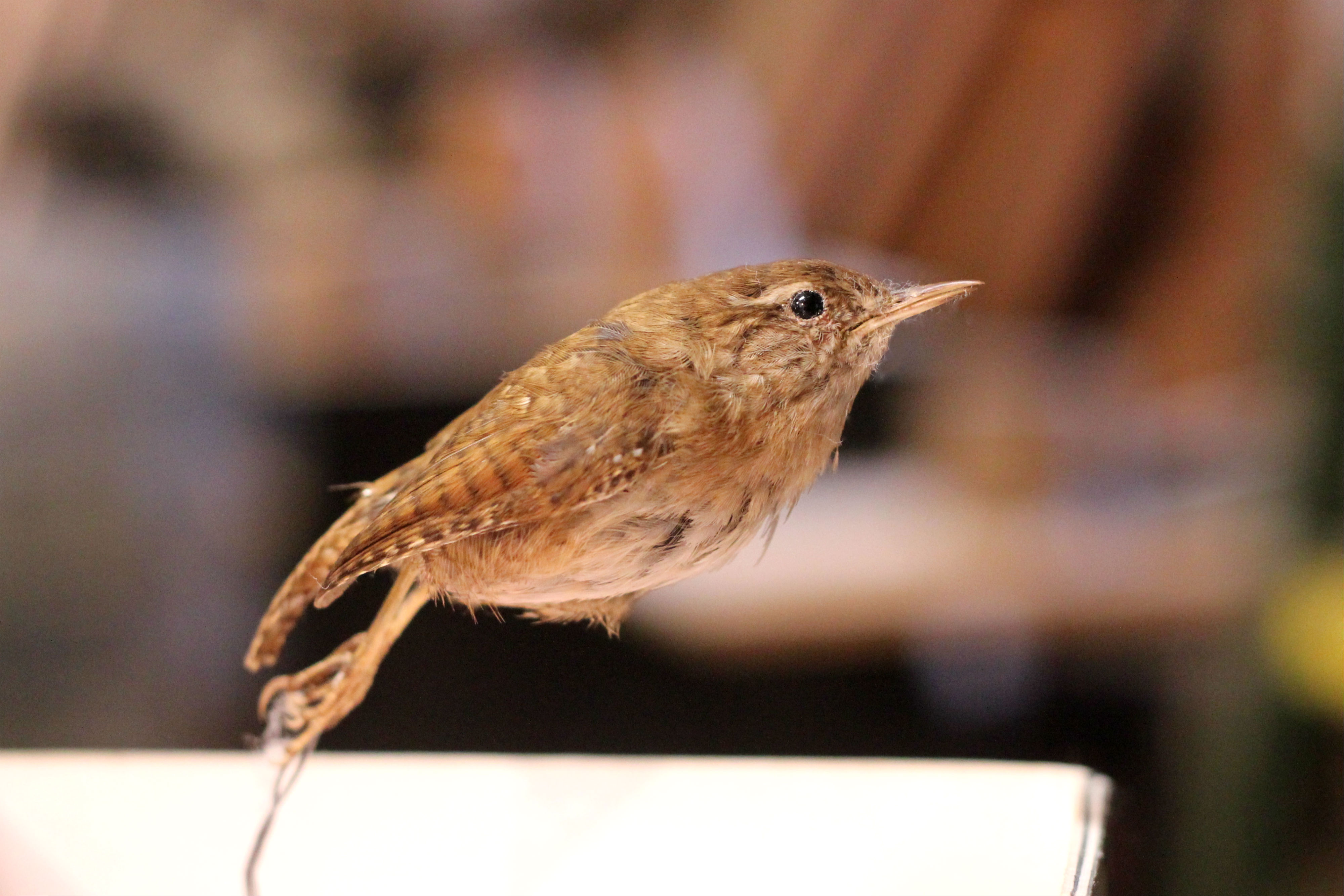
Een opgezette winterkoning gebruikt voor Hunt the Wren Day in Douglas, Isle of Man
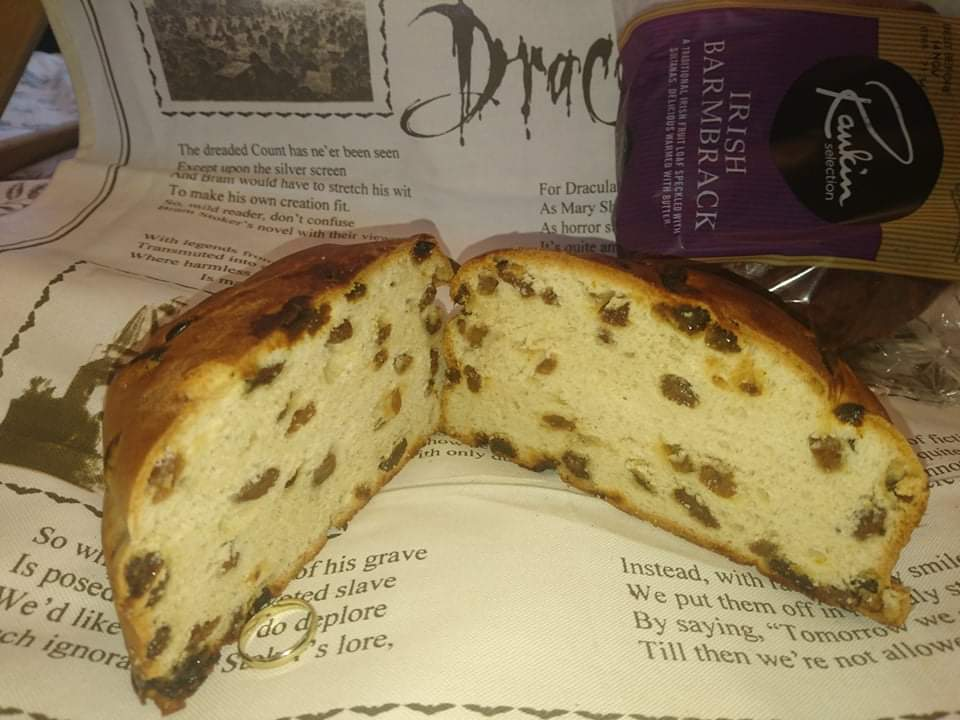
Commercieel gebakken barmbrack, de in het brood verstopte ring is inmiddels gevonden
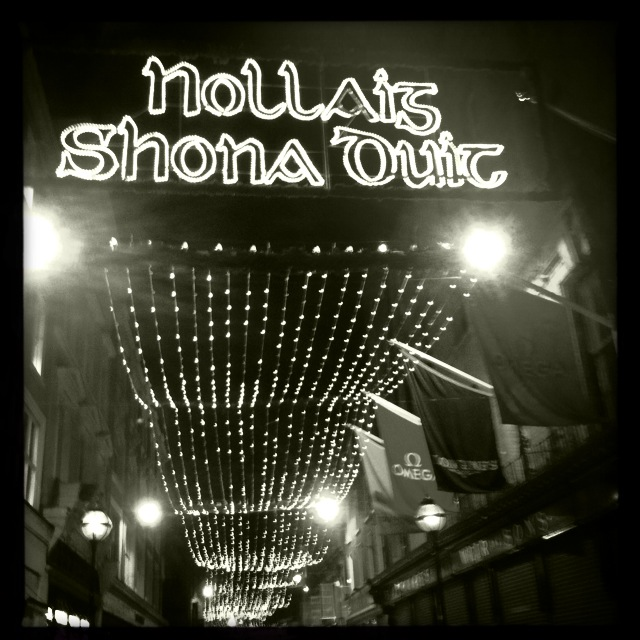
'Nollaig Shona Duit' (vrolijk kersteest) geschreven in kerstverlichting, Dublin
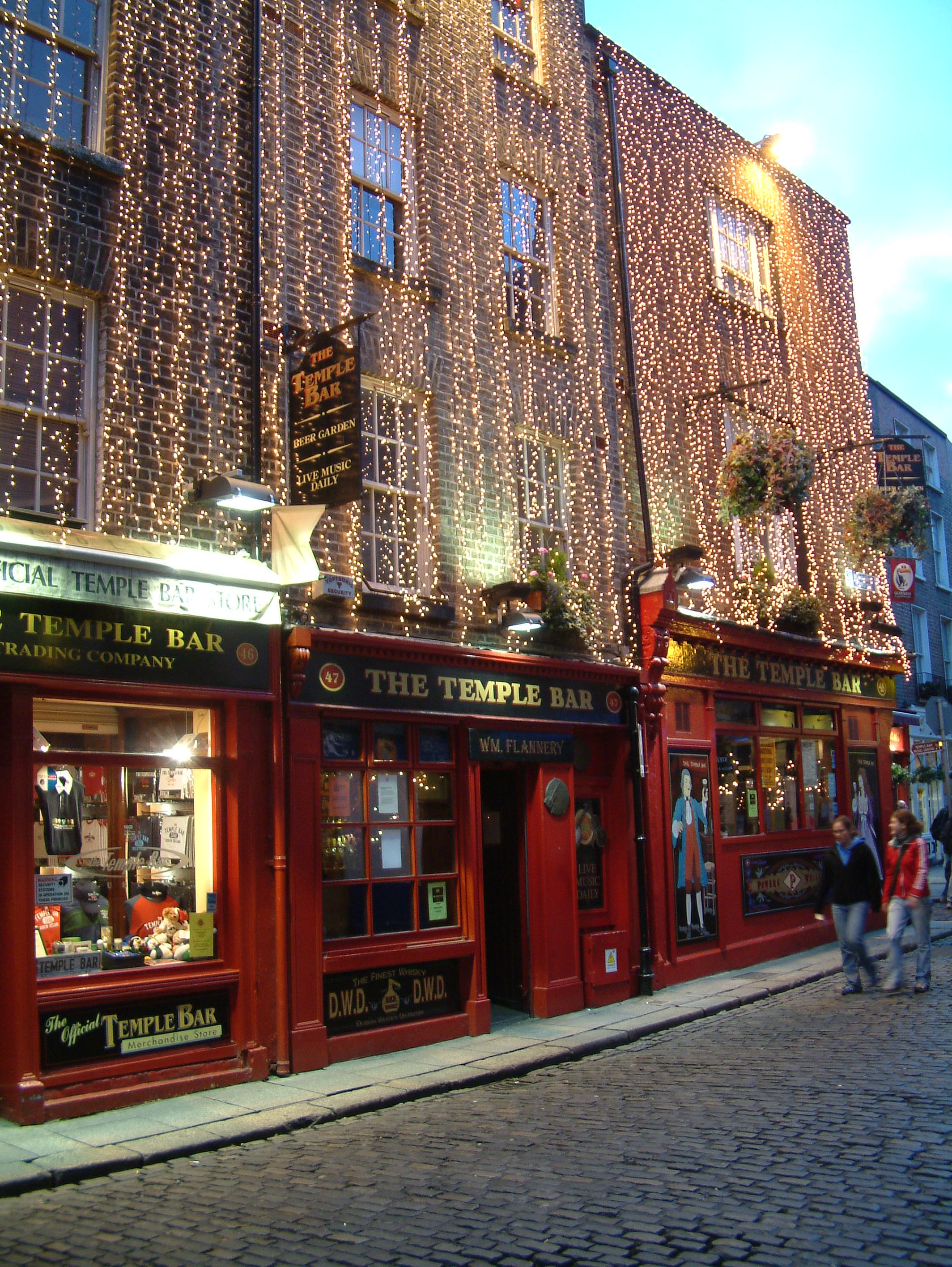
The Temple Bar is feestelijk verlicht tijdens de kerstperiode, Temple Bar (Dublin)
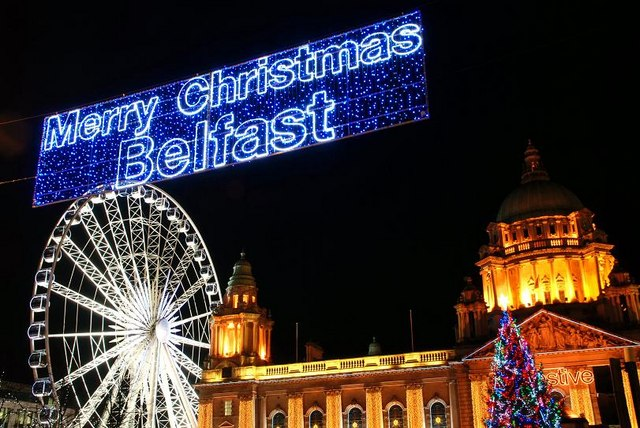
Belfast City Hall verlicht tijdens de kerstperiode
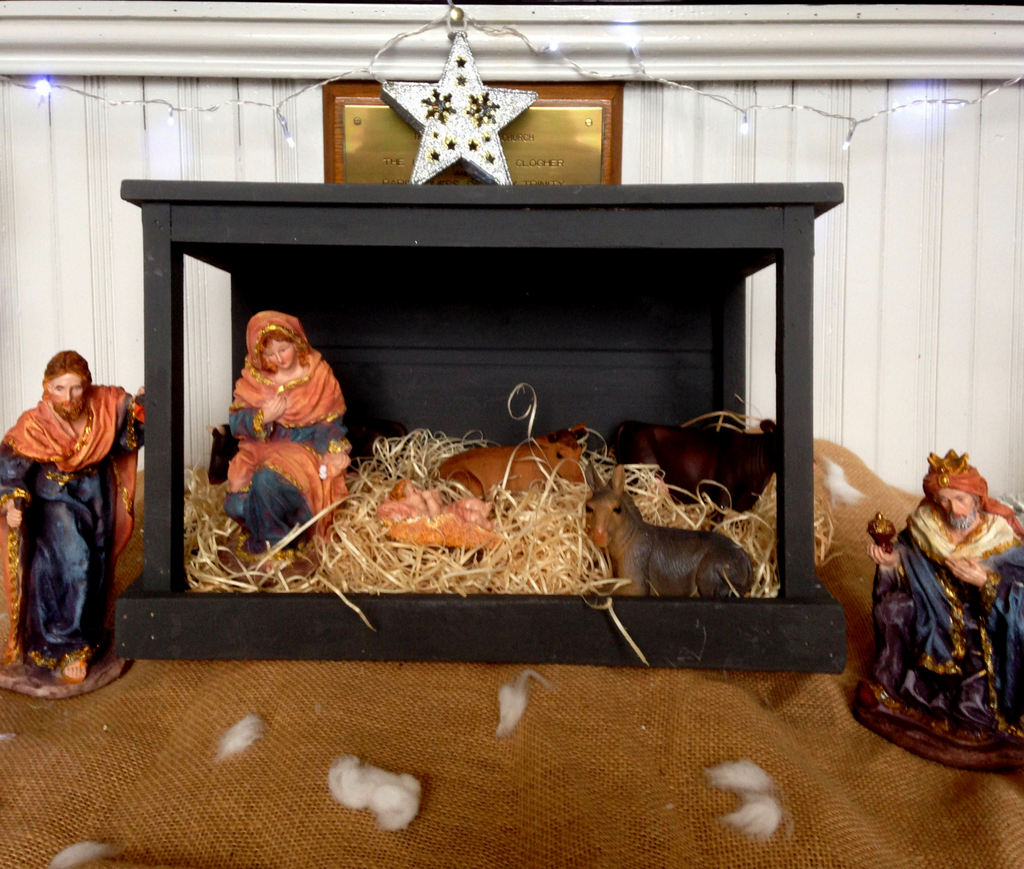
Kerststal in de Trinity Church in Omagh
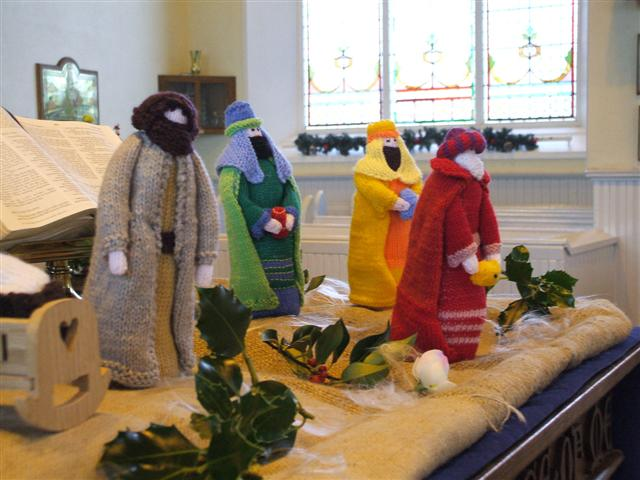
Moderne kerststal
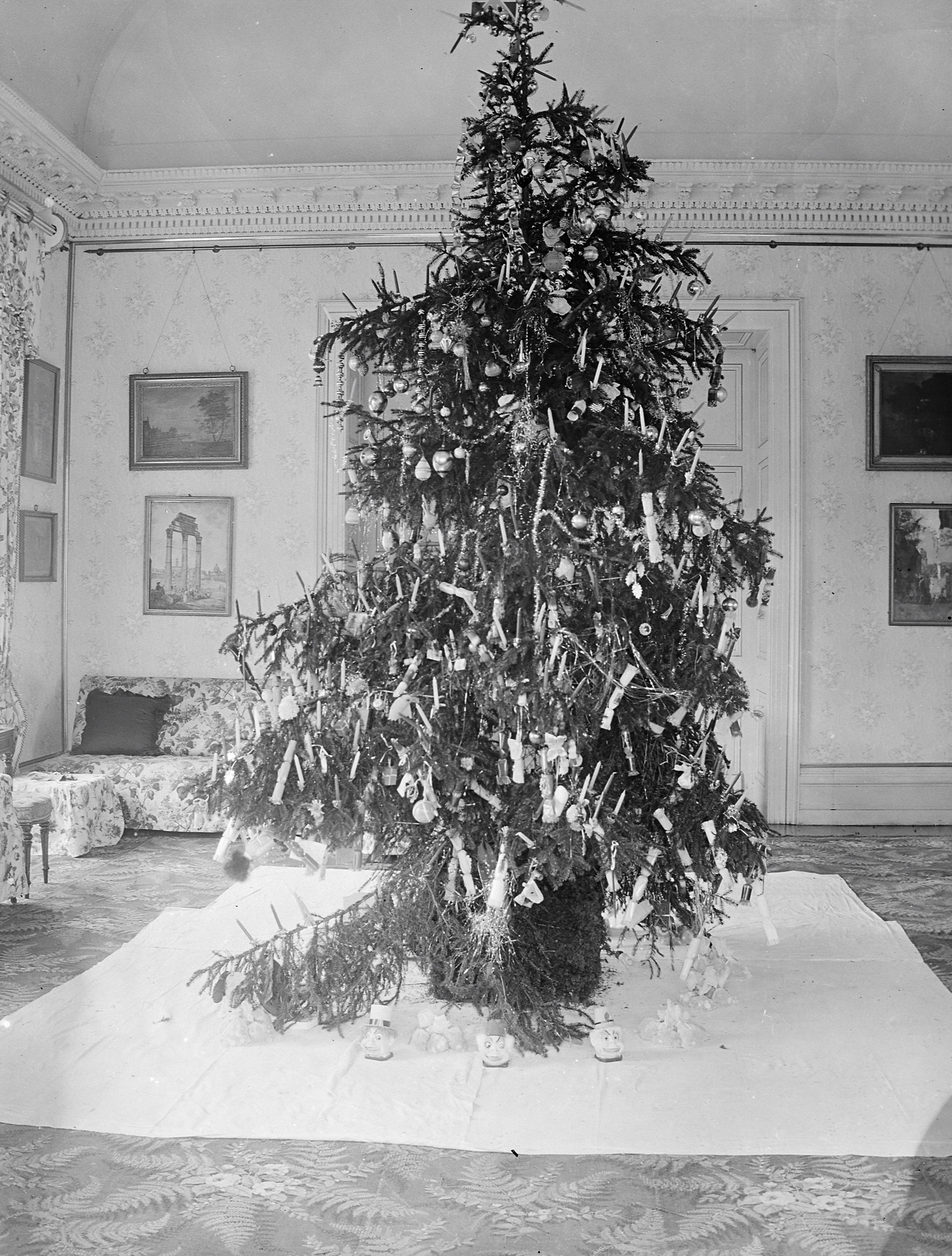
Kerstboom  met lichtjes, klatergoud, kerstballen en crackers, ca. 1900
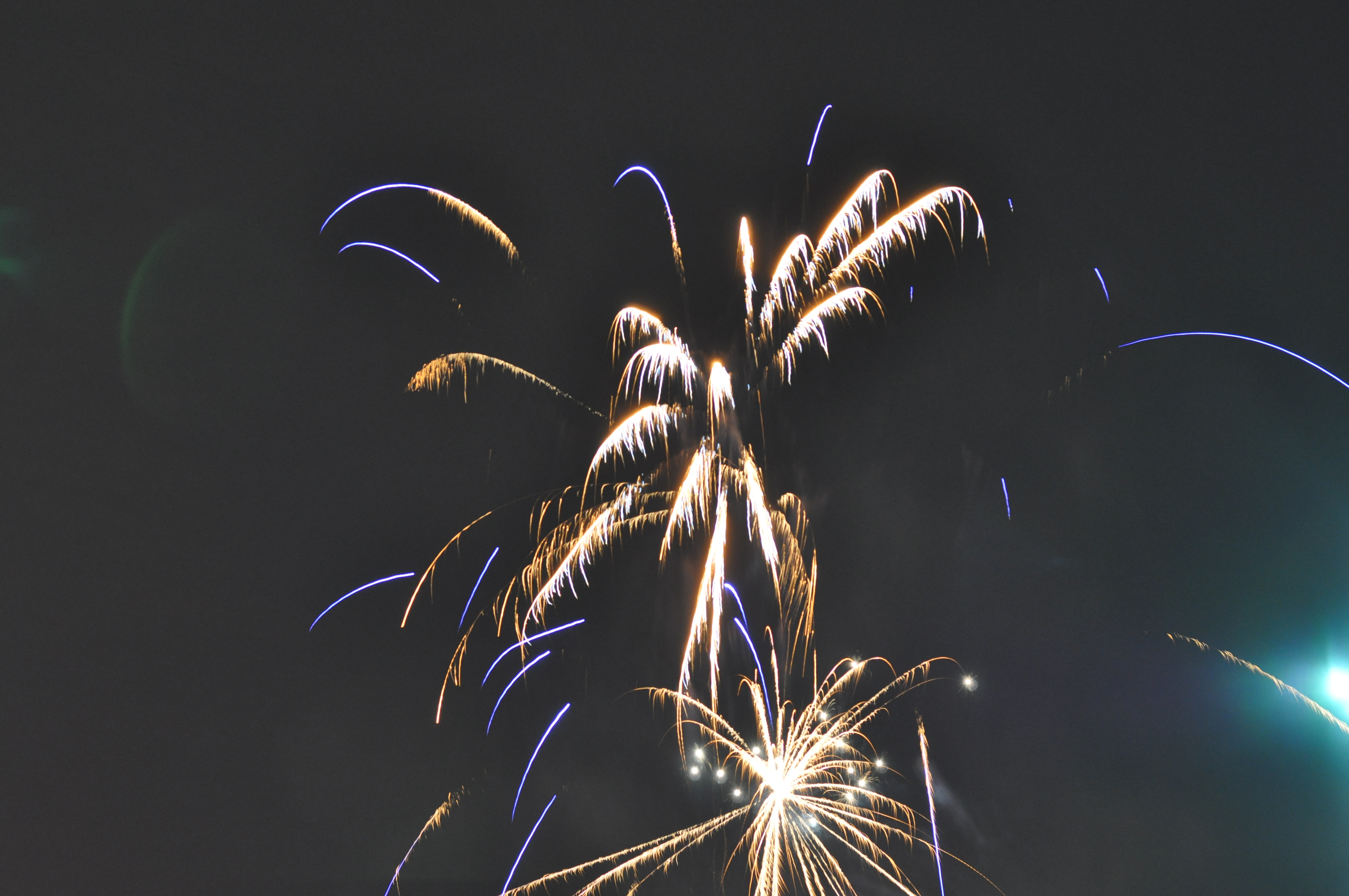
Vuurwerk is onderdeel van het kerstfeest in Dun Laoghaire

## IJsland

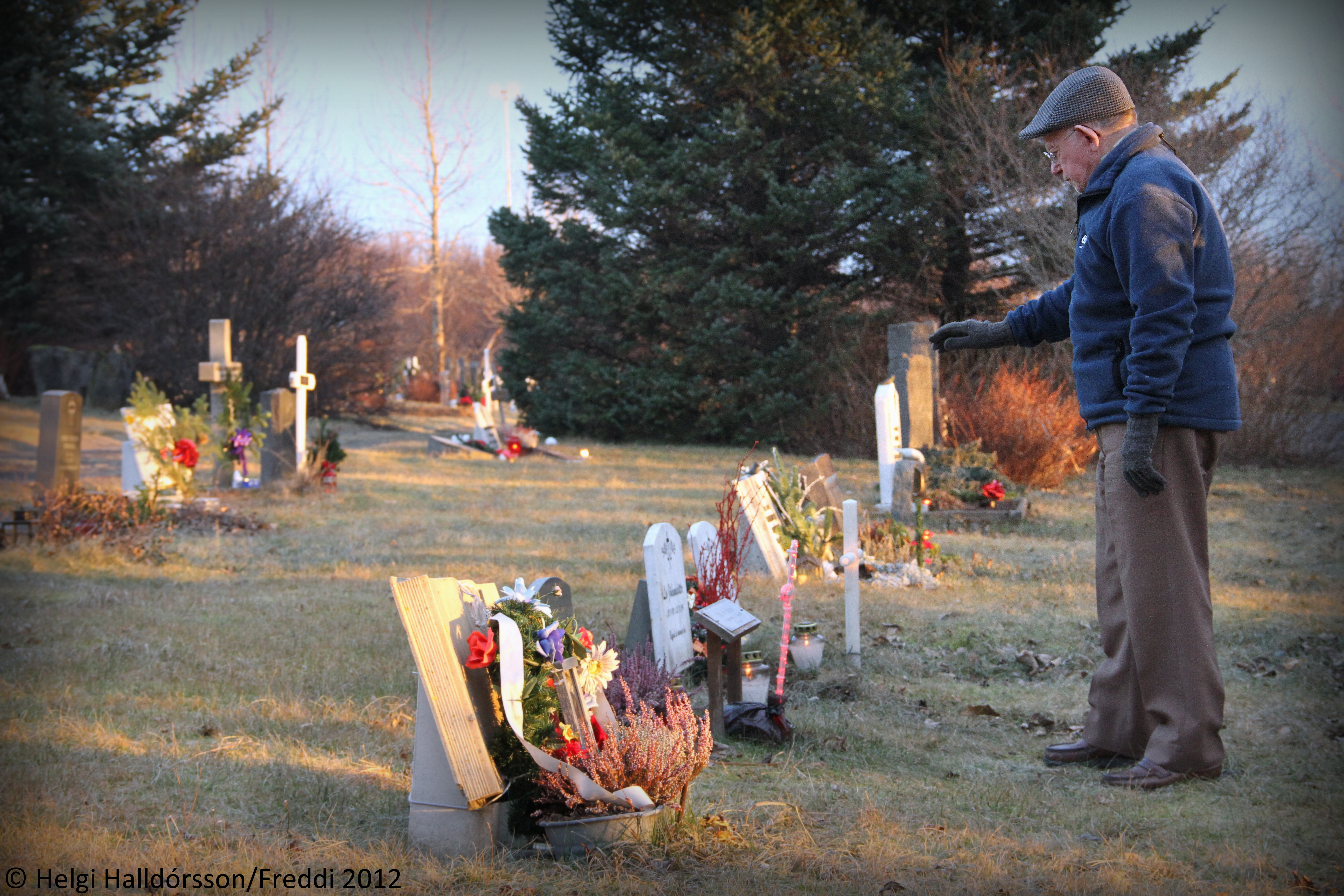
Mensen bezoeken de graven van overleden dierbaren op de dag voor kerst

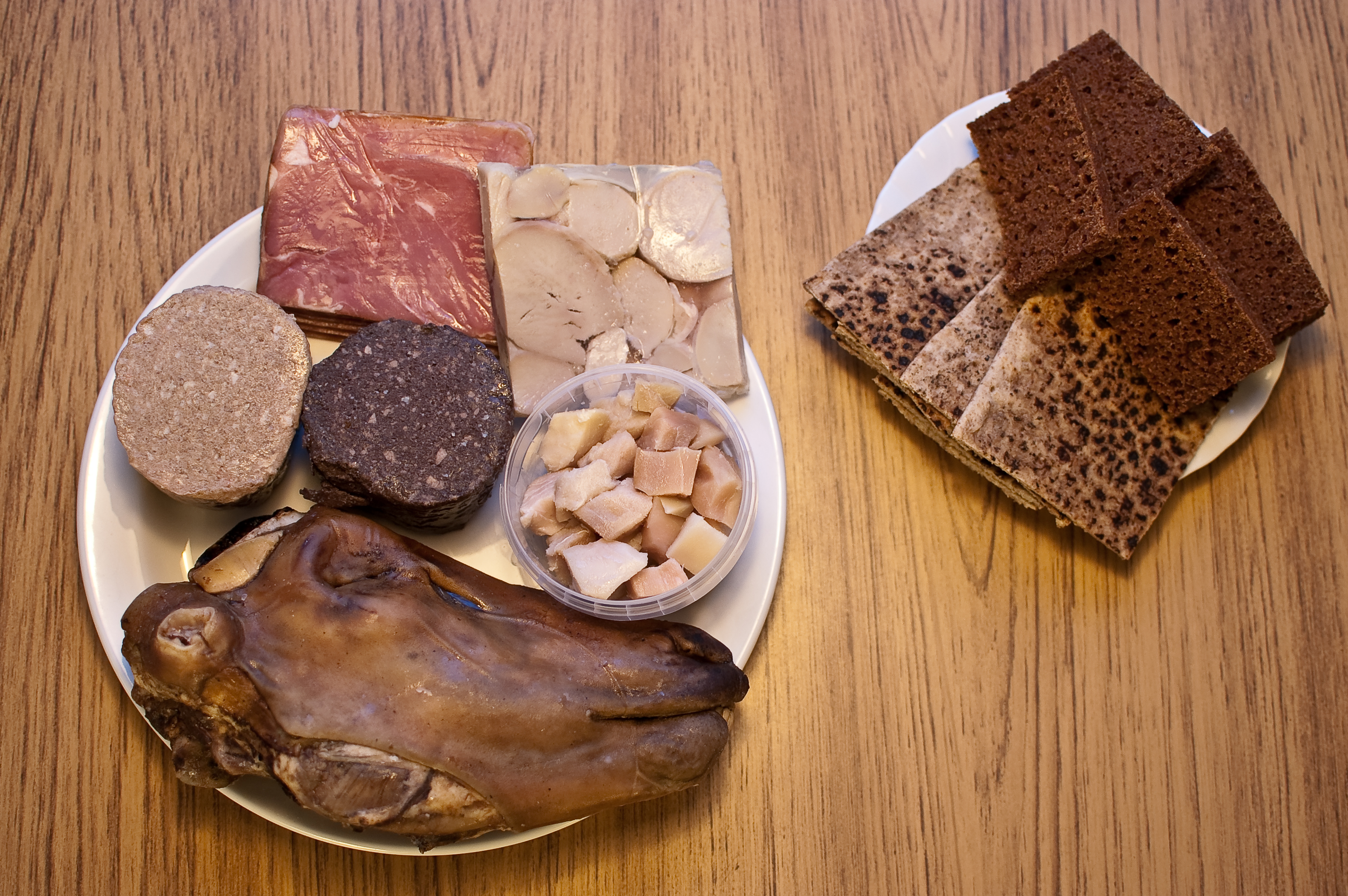
Traditionele recepten uit IJsland; Hangikjöt, Hrútspungar, Lifrarpylsa, Blóðmör, Hákarl, Svið, Rúgbrauð, Flatbrauð

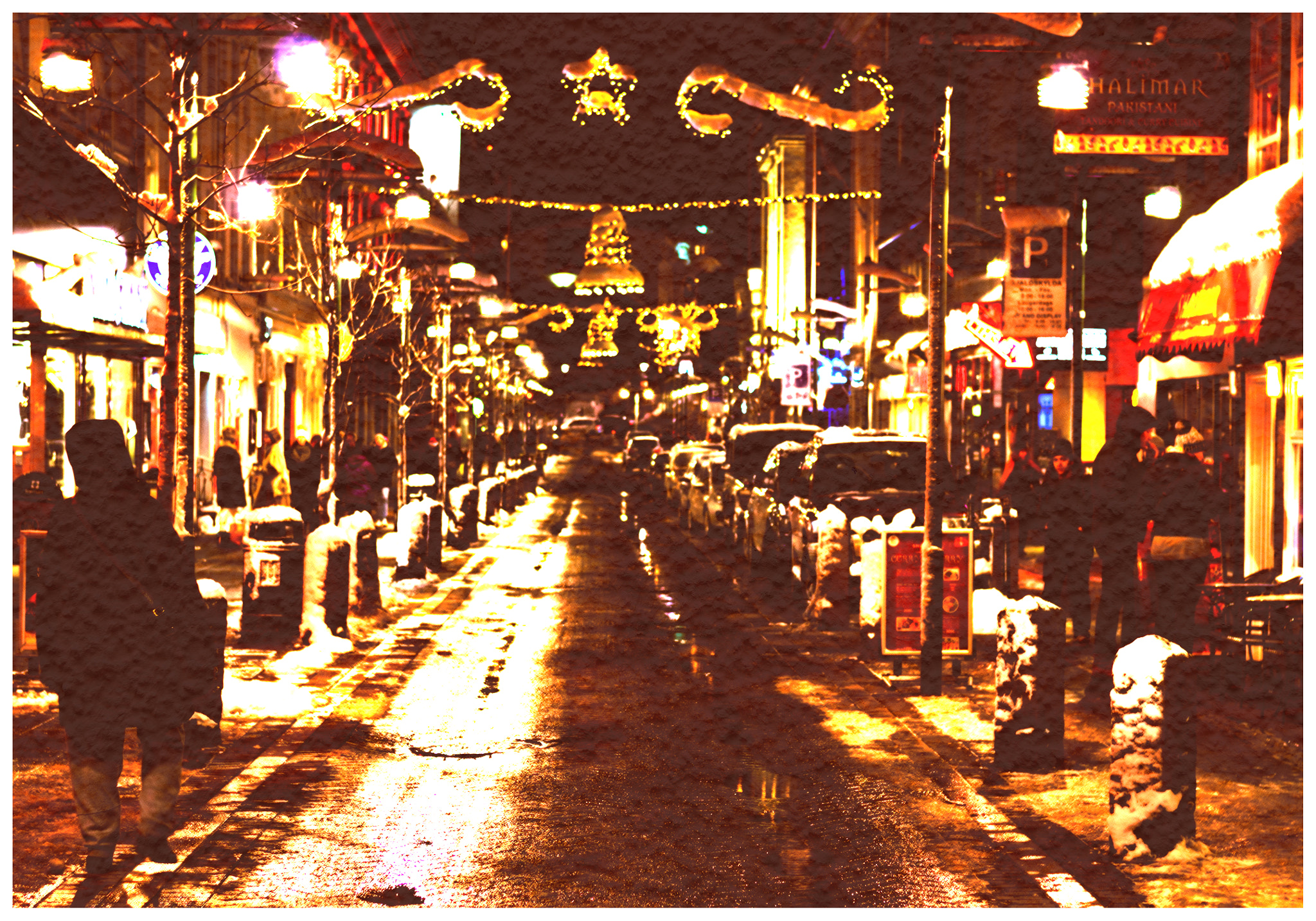
Kerstverlichtng in Reykjavik

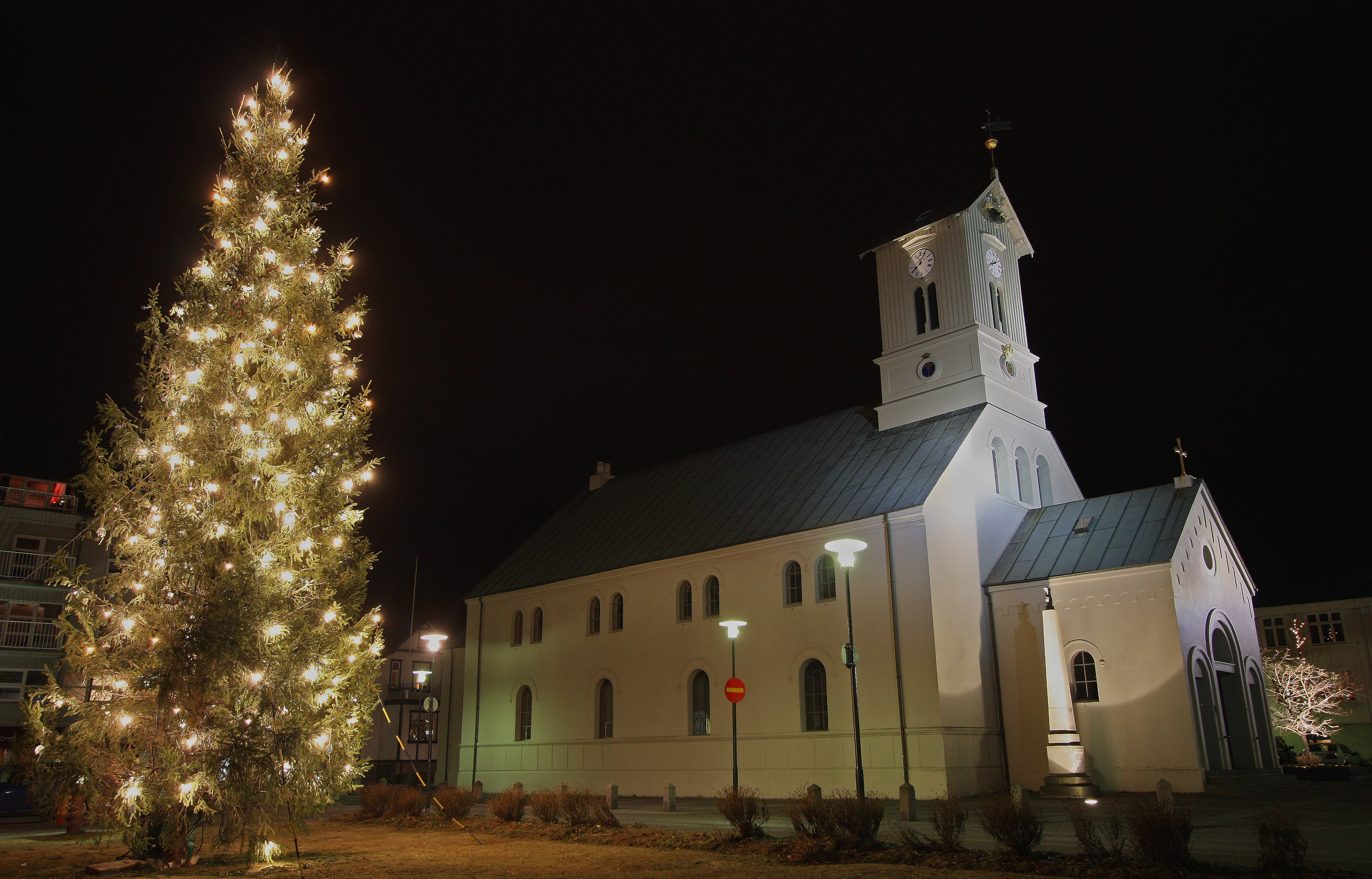
Het aansteken van de lichtjes van de kerstboom uit Oslo in Reykjavik

De benaming voor "Kerstmis" in het IJslands is jól. De etymologie van deze term is onzeker. Het is onder meer gekoppeld aan termen in de verschillende Germaanse talen die herleidbaar zijn tot een gereconstrueerde Germaanse vorm *jew-la-ja, wat ‘tijdsperiode waarin de zon in beweging wordt gezet’ zou kunnen betekenen. De begroetingsformule is Gleðileg jól! Deze term komt ook voor in de Noorse taal en doet denken aan de oude heidense vieringen van de winterzonnewende (zie joelfeest). Met de komst van het christendom versmolten de oude vieringen van de winterzonnewende met de vieringen van christelijk Kerstmis.
Op 23 december, de dag voor Kerstmis en de dag gewijd aan Sint Þórlákur, bisschop van Skálholt, is het traditioneel om kæst skata, oftewel gefermenteerd rajidae, te consumeren. Op de ochtend van 24 december, de dag van kerstavond (Aðfangadagur), is het traditie om de graven van overleden dierbaren te bezoeken. In IJsland is het ook traditioneel dat de kerkklokken op 24 december om 18.00 uur luiden. Het kerstfeest wordt in familiekring gevierd. Over het hele land begint men met eten om 18.00 's avonds; dit gaat gepaard met een aankondiging op de radio dat het nu 18.00 is en dat iedereen smakelijk eten wordt gewenst. Het kerstmenu bestaat meestal uit een rijstebrij met rozijnen en kaneel waarin een boon verstopt zit; degene die deze vindt, krijgt een extra cadeau. Het hoofdgerecht omvat vooral een groot stuk vlees, ham of hangikjöt (gerookt schapenvlees), vergezeld door naar IJslandse normen veel groenten en fruit. Groentesalades met veel mayonaise en fruitsla met slagroom. Verder worden er ook gekaramelliseerde aardappelen gegeten. Een ander traditioneel kerstgerecht is laufabrauð (blad-brood of sneeuwvlok-brood). Meerdere generaties van de familie komen bijeen om het brood te decoreren nadat het in olie wordt gebakken. Traditioneel wordt het op de eerste zondag van december bereid en bewaard om op kerstavond te worden gegeten. Om het te snijden wordt een speciaal mes gebruikt, genaamd laufabrauðsjárn. Het kan worden geserveerd bij gerookt lamsvlees, aardappelen en bechamelsaus. Ook wordt klejne in de kerstperiode gegeten.
Grýla, die met haar man in Bláfjöll ("Blauwe Berg") woont, wordt in verband gebracht met kerst. Haar huisgenoot is Jólaköttur (de kerstkat), de vlijtige kinderen krijgen Jólaföt (Kerstmiskleren) van Grýla. Gryla nam ook wel ondeugende kinderen mee, zie ook man met de zak. In IJsland stopt in de 13 nachten voor kerst steeds een andere trollenzoon kleine cadeautjes in de schoenen van kinderen. In IJsland is de traditie van Jólabókaflóð (letterlijk "Kerstboekenvloed") wijdverbreid, die bestaat uit het cadeau geven van een boek met Kerstmis. Deze traditie begon tijdens de Tweede Wereldoorlog, toen papier tot de goederen behoorde die niet onder het importverbod vielen. IJslandse uitgeverijen droegen vervolgens bij aan het voeden van deze traditie door elk jaar in november de Bókatíðindi, de catalogus met boeken die in december werd uitgebracht, naar alle gezinnen in het land te sturen.
De ondeugende kinderen krijgen een aardappel in de schoen (die in de vensterbank wordt gezet). Dit zijn de Juul- of Kerstjongens, de Jólasveinar. In de loop van de tijd werden deze figuren vriendelijker en werden ze gelijkgesteld met de Kerstman, ook op grond van een decreet dat in 1746 door de IJslandse regering werd afgekondigd en dat de gewoonte verbood om kinderen verhalen over enge verhalen te vertellen over elfen. Na de kerst verdwijnen de kerstjongens, nu weer een voor een. Op 6 januari (IJslands: Þrettándinn, ofwel de dertiende dag) is daarmee het IJslandse Kerstmis definitief voorbij. De nacht van deze 6e januari is overigens een magische nacht. Volgens de volksverhalen kunnen de koeien dan spreken, de elfen bezoeken de mensen, en de zeehonden werpen hun huid af en gaan aan land. Dit is wanneer elfjes en trollen naar buiten komen en feest vieren met de IJslanders, dansen en zingen. Op deze dag worden de feesten van oudejaarsavond (vreugdevuren en vuurwerkshow) in een kleinere mate herhaald worden in heel IJsland.
De traditie van de adventskrans bestaat in IJsland al sinds de jaren dertig, maar werd pas populair in de jaren zestig en zeventig. De traditie van de kerstboom in IJsland bestaat al sinds 1863. Gezien de natuurlijke afwezigheid van groenblijvende planten in dit land, werden oorspronkelijk lijsterbesplanten gebruikt in plaats van dennenbomen. Er wordt geschat dat ongeveer 85% van de IJslanders de kerstboomtraditie in acht neemt.
Bovendien werd in Reykjavík van 1951 tot 2013 elk jaar lichtjes in een grote kerstboom aangestoken, geschonken door de stad Oslo. Deze traditie werd gestopt vanwege de hoge transportkosten. De grote boom die jaarlijks in de IJslandse hoofdstad wordt verlicht, heeft echter de naam "Oslo Christmas Tree" behouden ter nagedachtenis aan de traditie en vriendschap tussen de twee landen. Het evenement dat populair is bij gezinnen met jonge kinderen en wordt gehouden in het AusturVollur Park omvat bands, formele toespraken, koren, kerstliederen, hymnes en verhalen. Ook de Duitse stad Hamburg schenkt jaarlijks een kerstboom aan de IJslandse hoofdstad, als teken van dankbaarheid nadat een IJslandse visser in de winter van 1946-1947 de inwoners van de door een ernstige hongersnood getroffen Hanzemetropool te eten had gegeven. Deze boom wordt elke eerste zondag van de advent aangestoken. Het aansteken van de lichtjes in de kerstboom wordt ook op andere plekken gedaan, soms voeren de kerstjongens dit uit.
In IJsland wordt ook het Luciafeest gevierd. Lucia van Syracuse (volgens traditie 283-304) is een christelijke martelares, die vereerd wordt als heilige door katholieke en oosters-orthodoxe christenen. Ze is de patroonheilige van de blinden. Ze is de enige katholieke heilige die ook vereerd wordt door de lutheranen in Scandinavië, in vieringen die veel voorchristelijke elementen van een joelfeest voor de zonnewende hebben behouden.
Er wordt geschat dat meer dan 50% van de IJslanders elk jaar een elektronische kerstkaart verstuurt.

Grýla en de Jólasveinar, IJsland
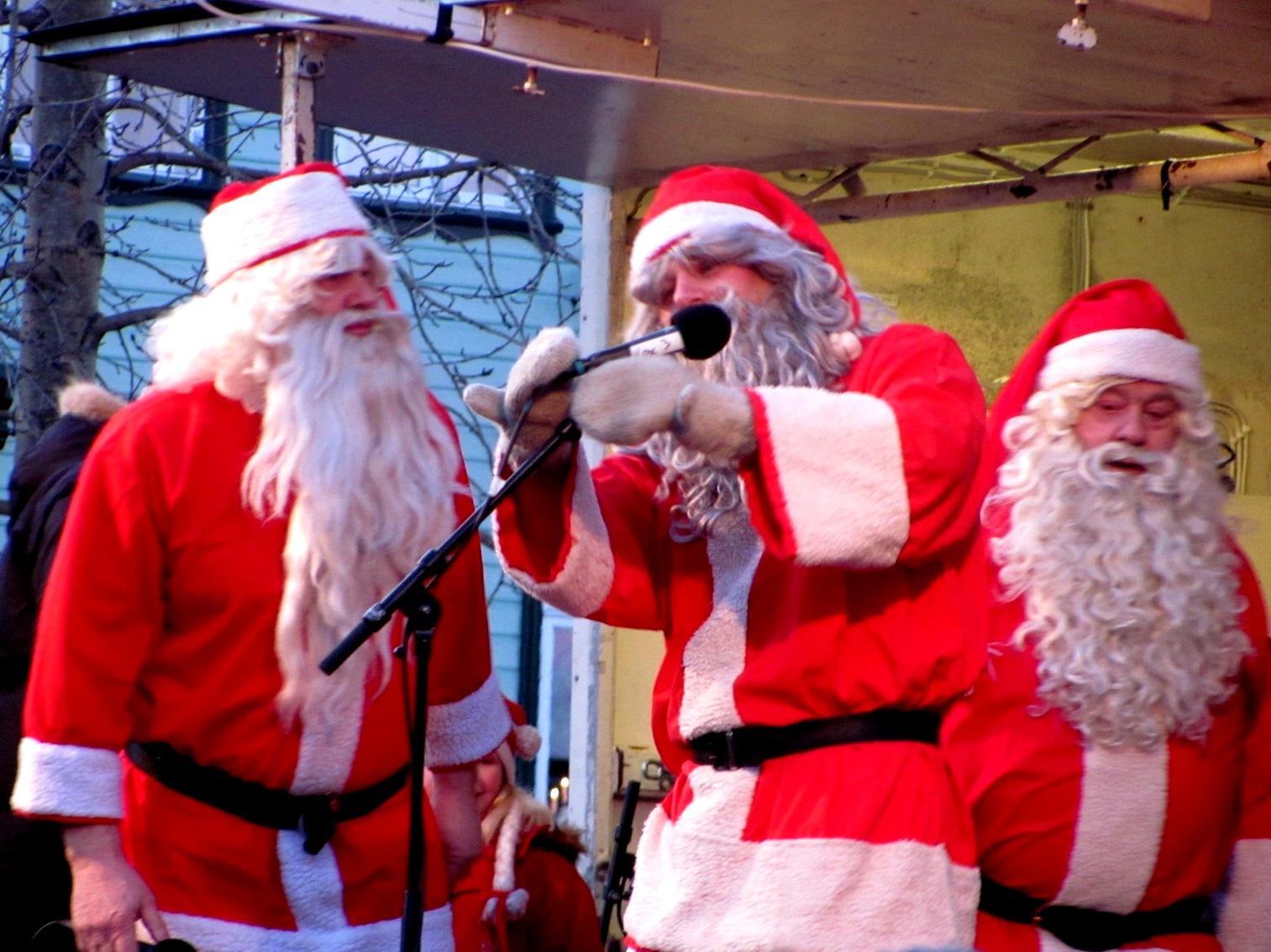
De kerstjongens steken de kerstboom aan in Akureyri
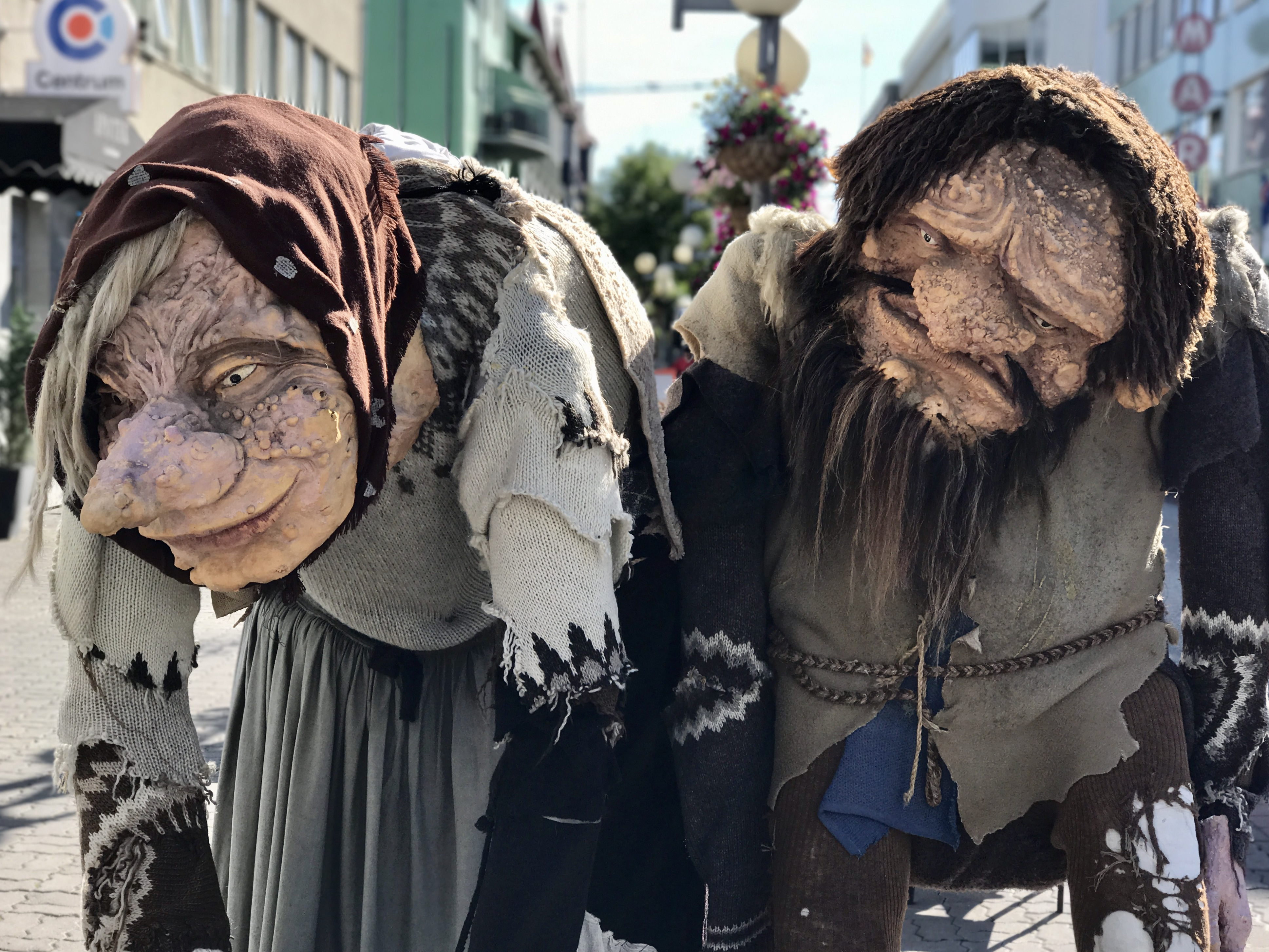
Grýla en Leppaluði in Akureyri
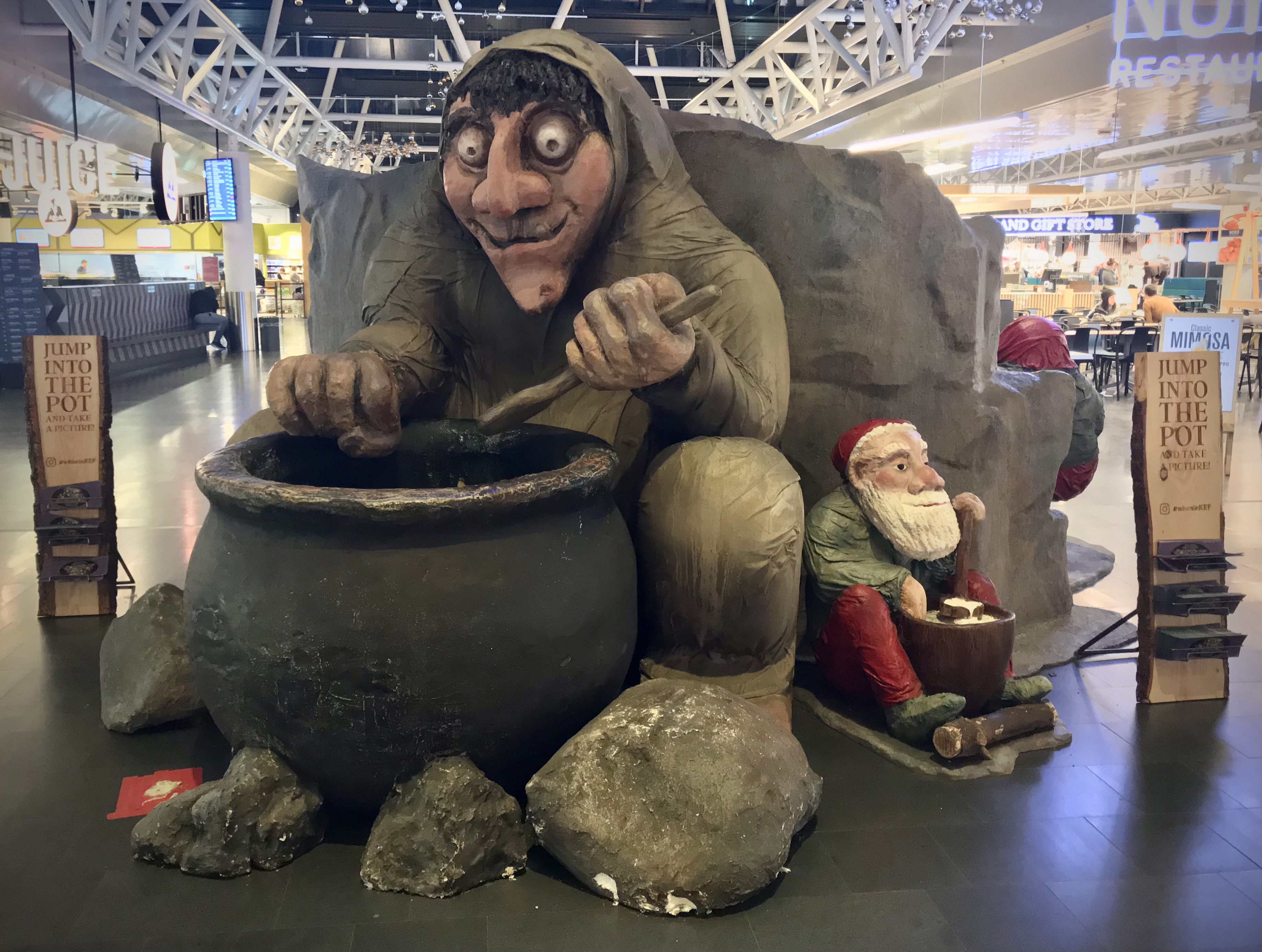
Op Keflavíkurflugvöllur zit rechts naast Grýla zit een van de Jólasveinar, de tekst vermeld: spring in de pot en neem een foto
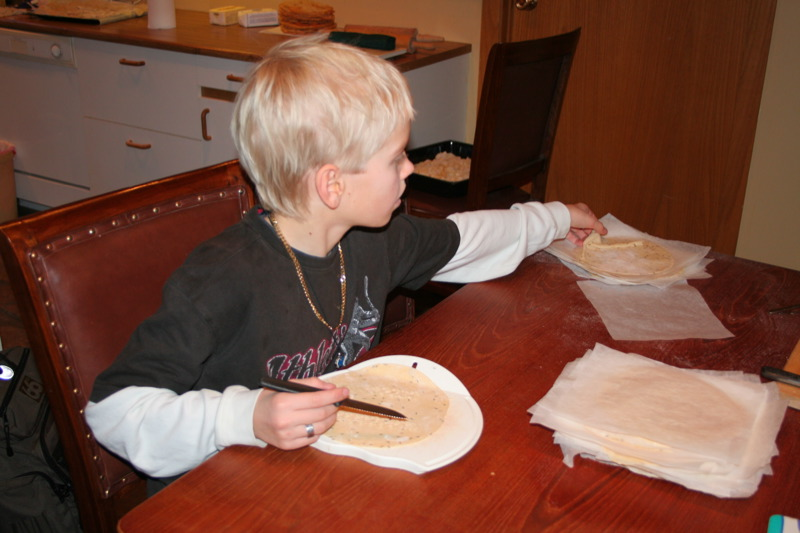
Een kind decoreert het laufabrauð voor het gebakken wordt.
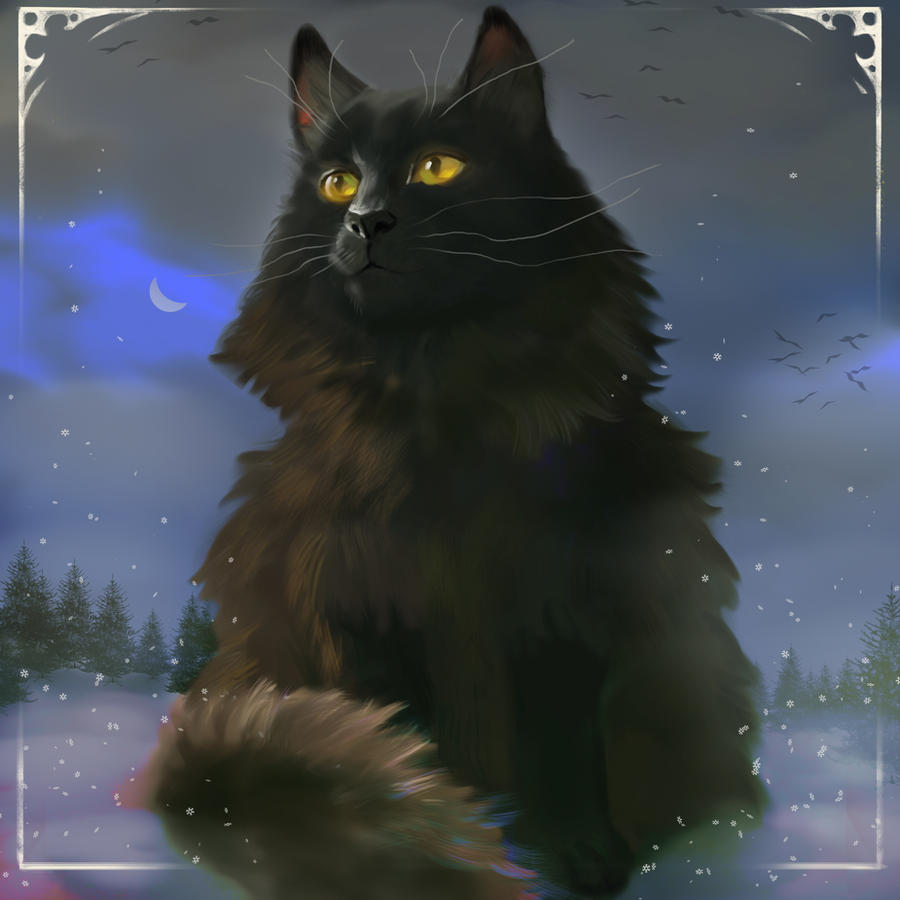
Jólaköttur
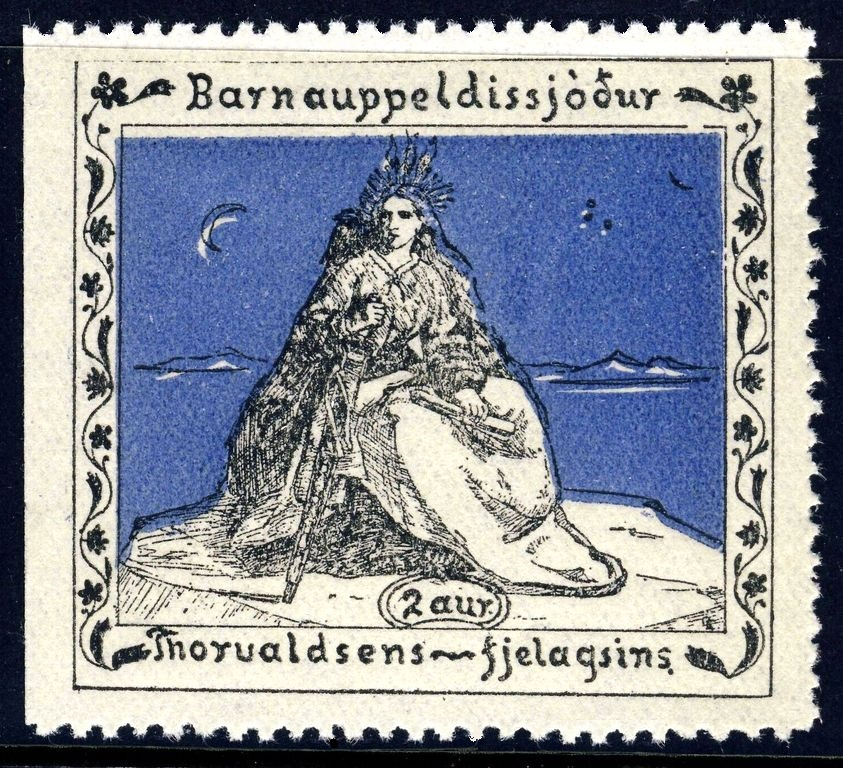
Kerstpostzegel uit IJsland uit 1913
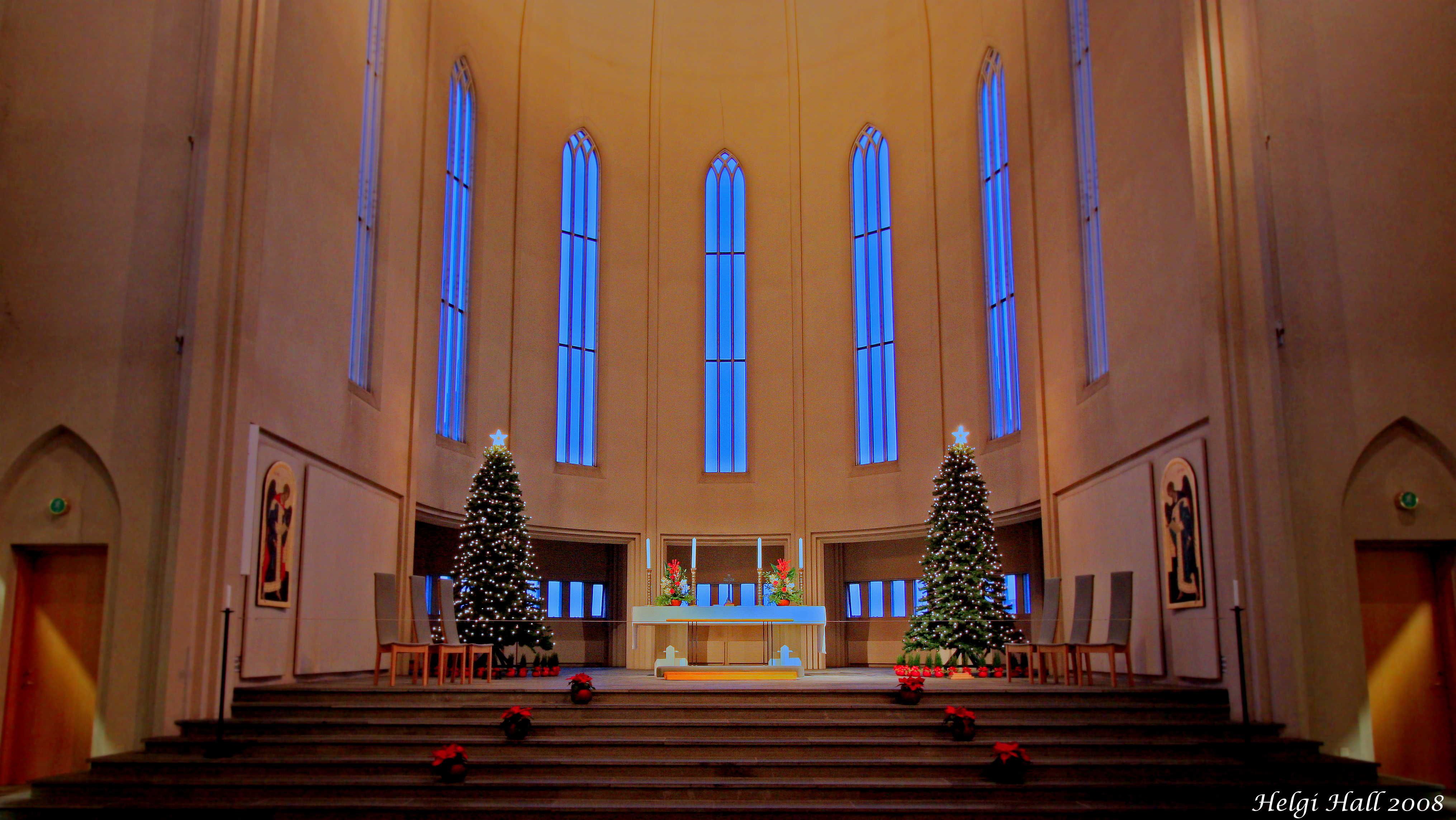
Kerstversiering in de Hallgrímskirkja
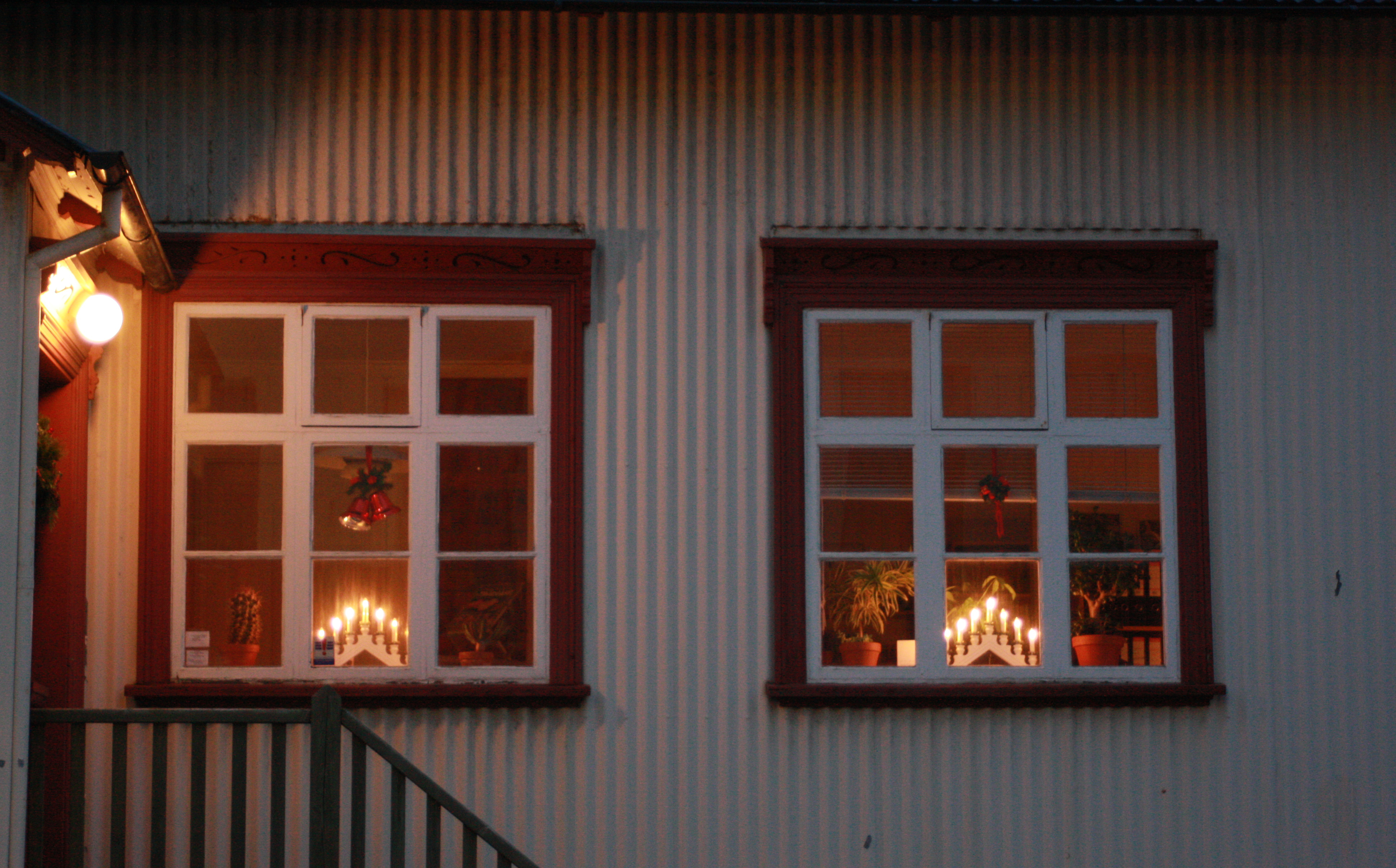
Kerstversiering bij een huis in Reykjavík

## India

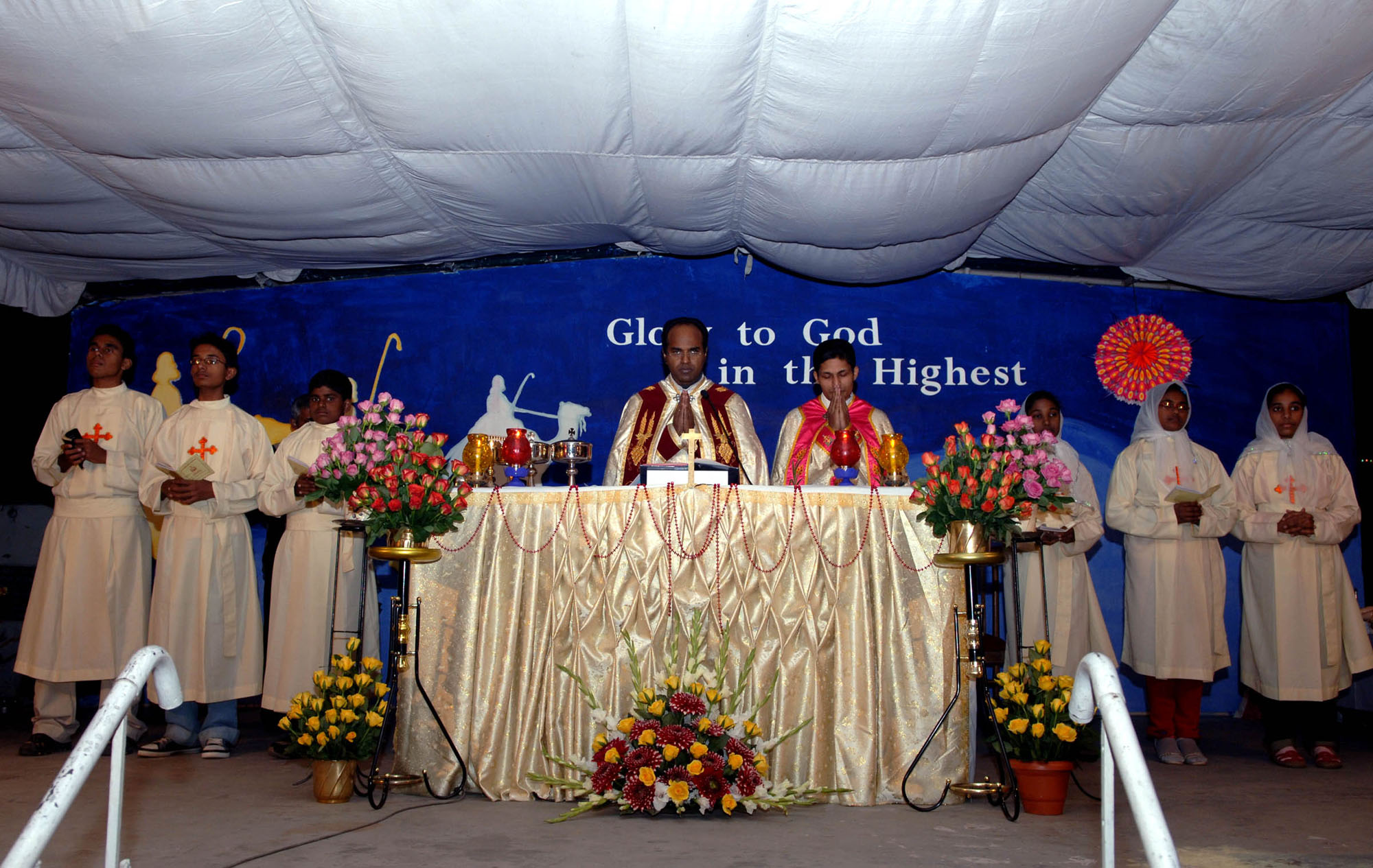
De vader van de Kerk van Onze Lieve Vrouw Fatima houdt een massagebed op de vooravond van Kerstmis in New Delhi op 24 december 2007

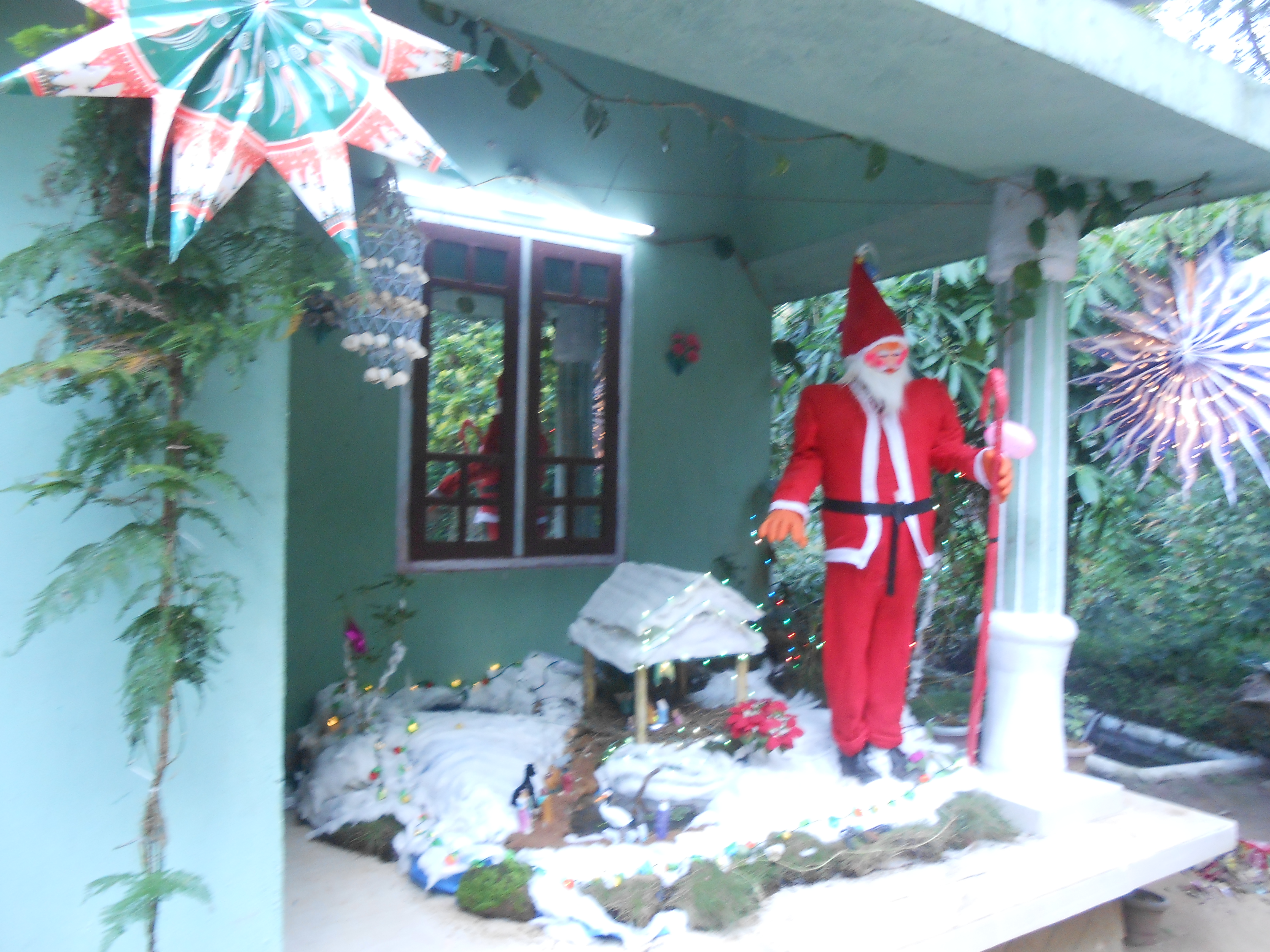
Kerstversiering en een kerststal

In India is Kerstmis een officiële feestdag. De viering door christenen is hier grotendeels gebaseerd op de Amerikaanse media. Er worden ook kerkdiensten gehouden.
In veel scholen die door christelijke missionarissen worden geleid, doen Hindoe kinderen actief mee aan de kerstviering. In India hebben de meeste onderwijsinstellingen vakantie rond de kerstdagen, tot een paar dagen na Nieuwjaar.
Buon Natale is het culturele festival dat wordt georganiseerd door het aartsbisdom Thrissur en de burgers van Thrissur in verband met de kerstviering. Het wordt sinds 2013 elk jaar gehouden in de stad Thrissur in Kerala. De Buon Natale-processie is in 2014 opgenomen in het Guinness Book of World Records omdat het het grootste aantal mensen heeft die verkleed zijn als de Kerstman.
Kerst wordt ook wel Bada DIN genoemd in het Hindi.
Kidyo, ook wel Kulkuls genoemd, is een zoet gerecht en maakt deel uit van de lekkernijen, Kuswar, die worden bereid voor het kerstfestival dat in Goa en Mangalore, maar ook in de Oost-Indische gemeenschap van Maharashtra, wordt gevierd. Kulkul wordt gemaakt van maida-meel, melk en soms eieren. Het wordt in de vorm van kleine schelpjes gegoten en gebakken in ghee of olie.

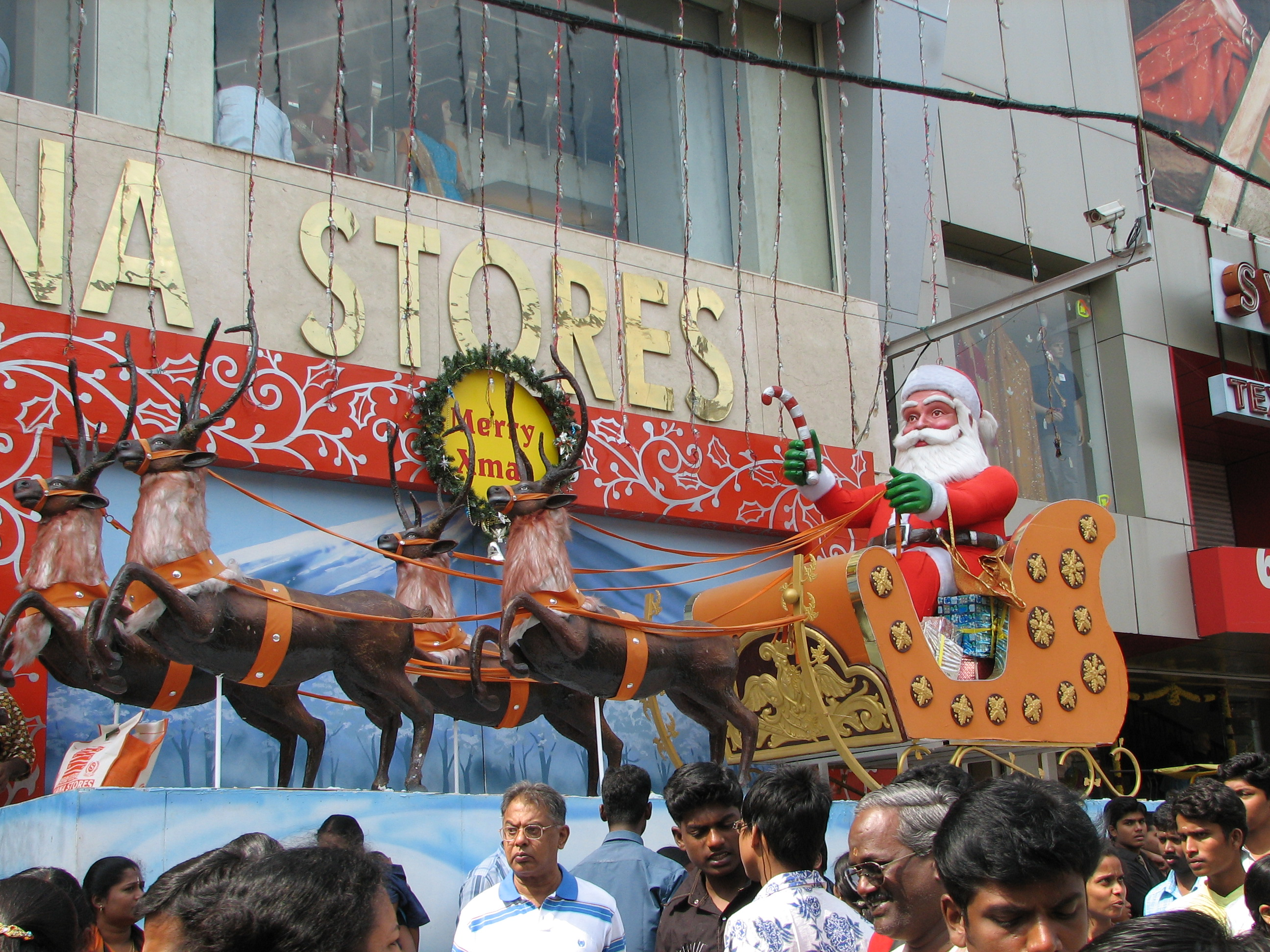
Kerstversiering te koop uitgestald in Kochi
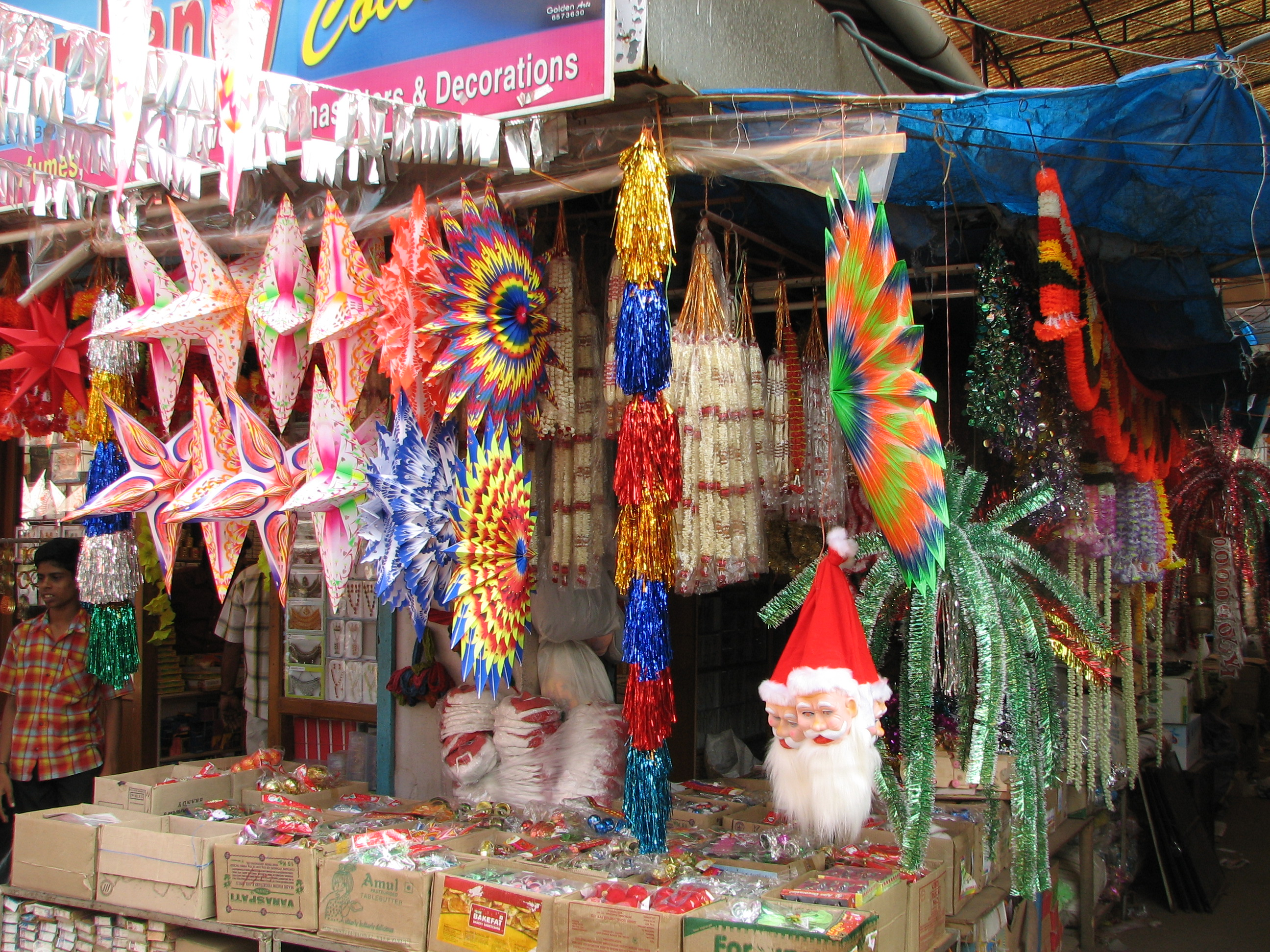
Kerstversiering te koop
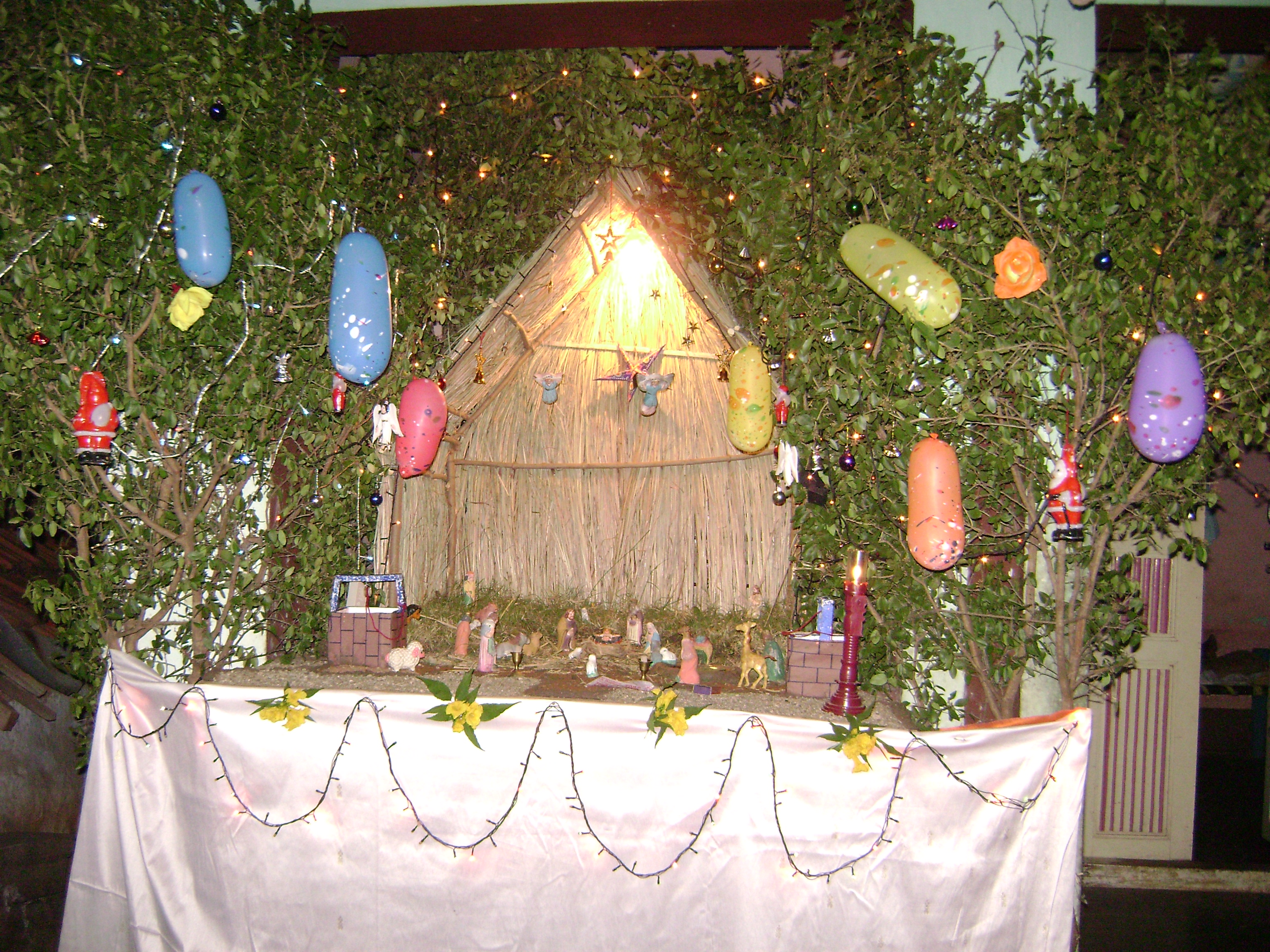
Kerststal
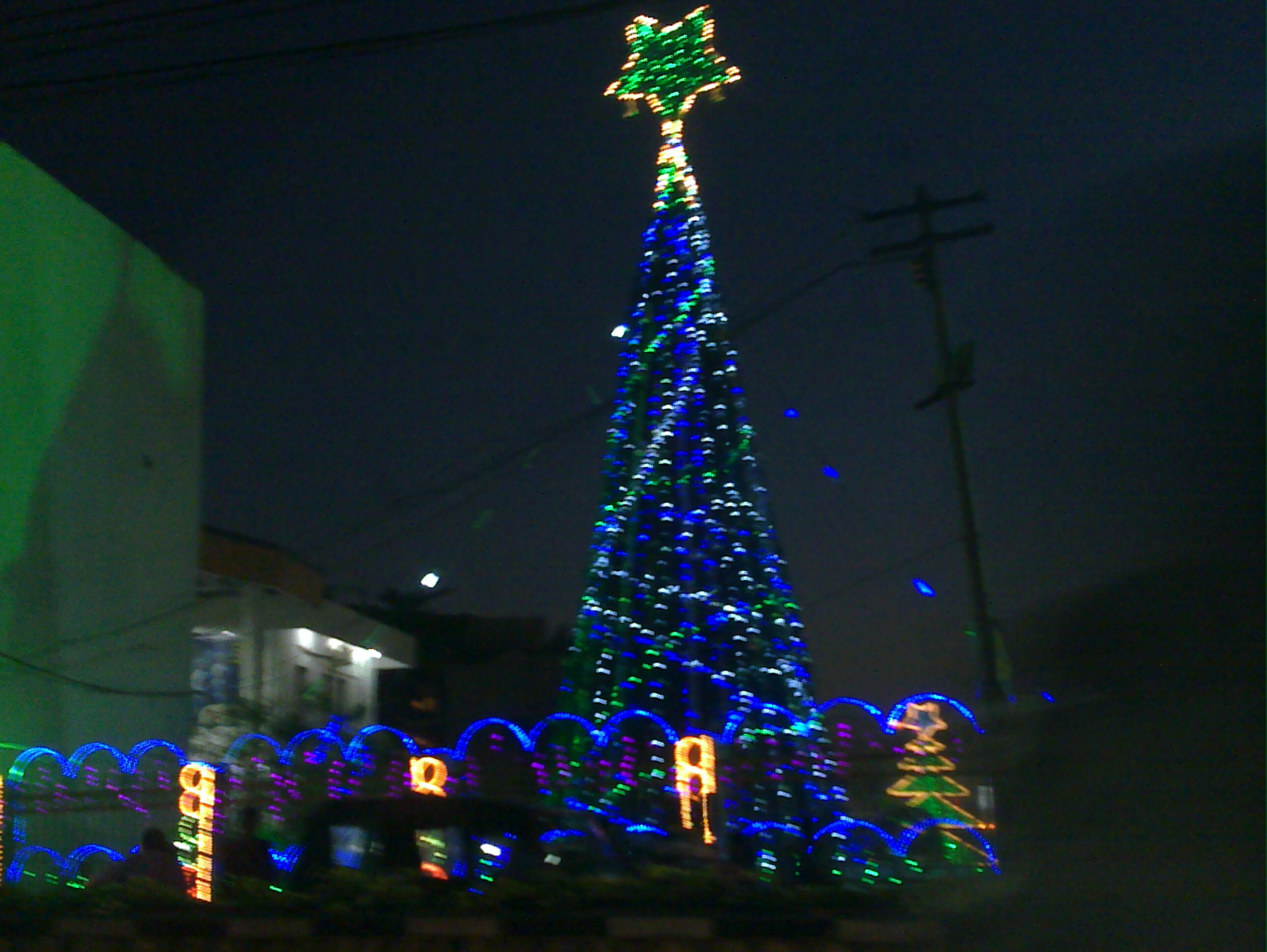
Kerstboom
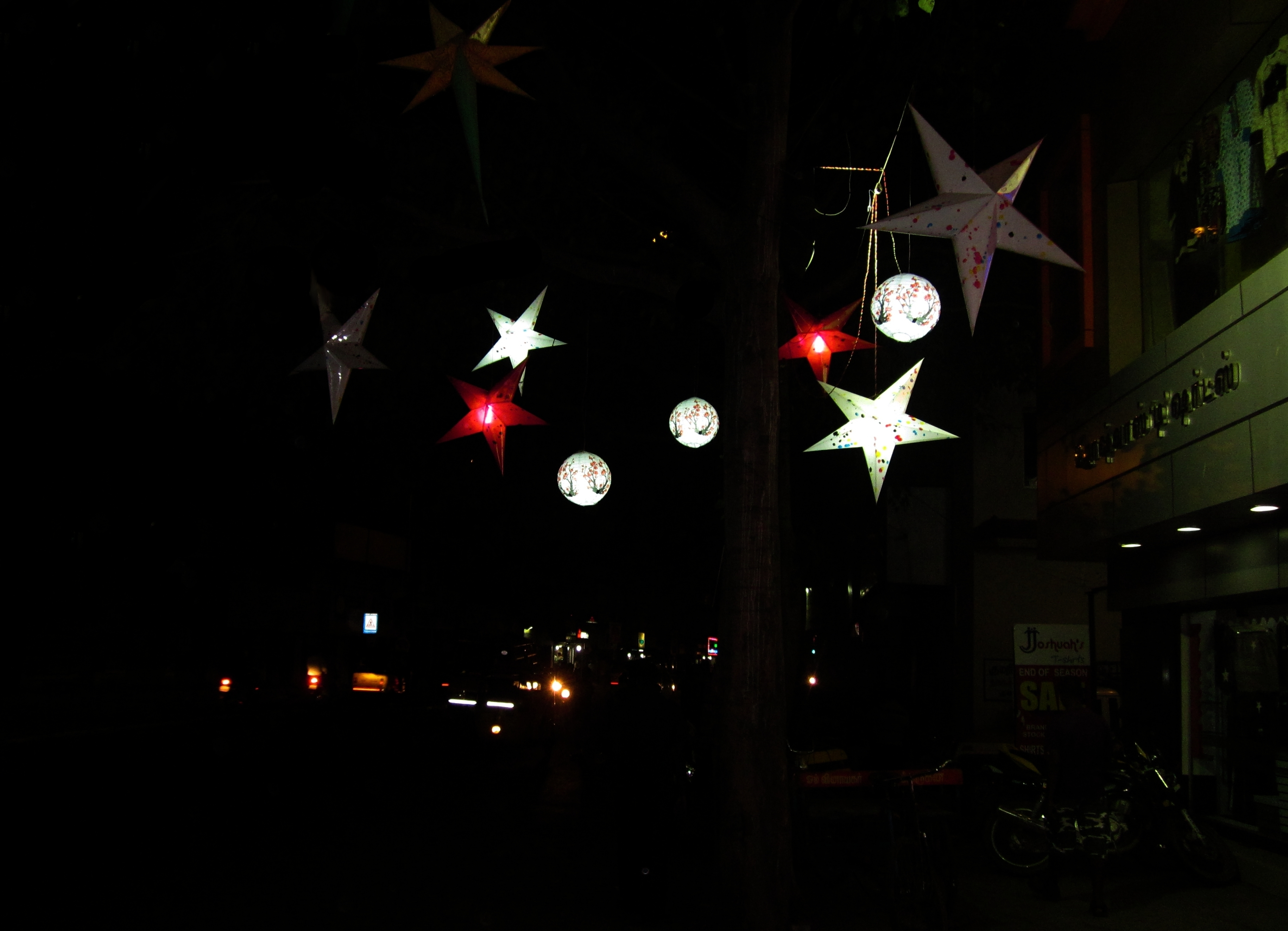
Kerstversiering
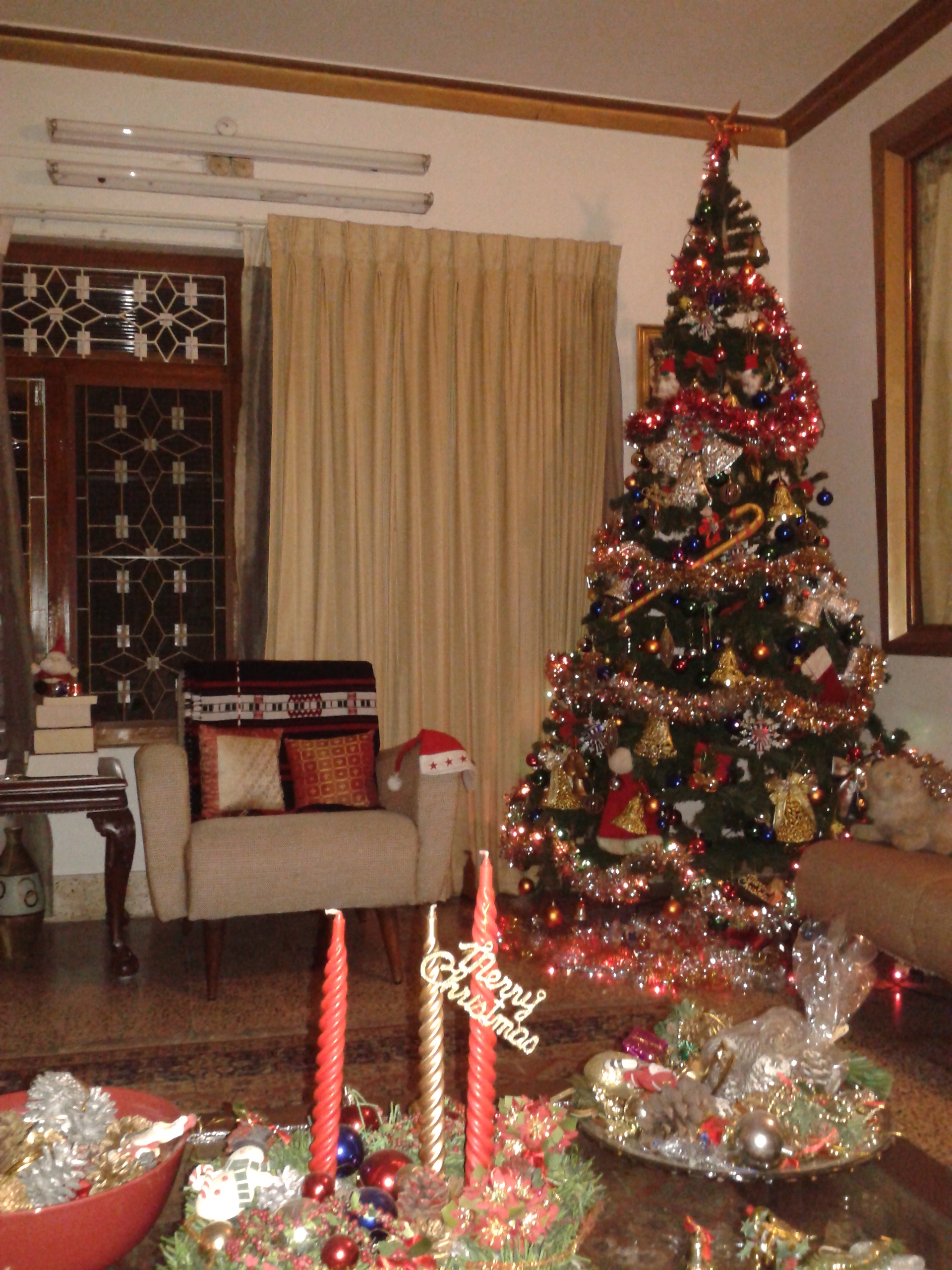
Kerstboom in een huis in Kerala
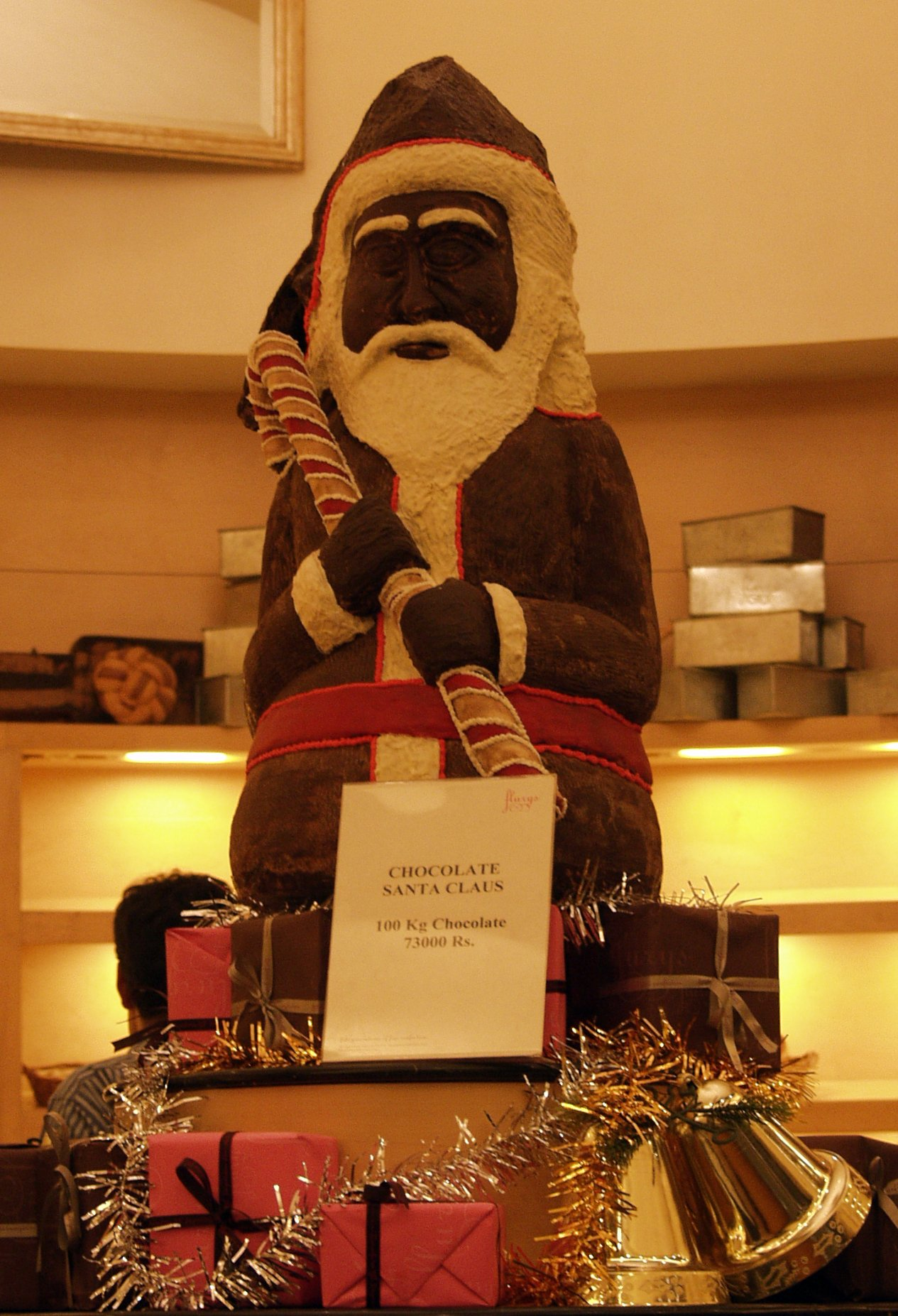
Kerstman met zuurstok in Kolkota
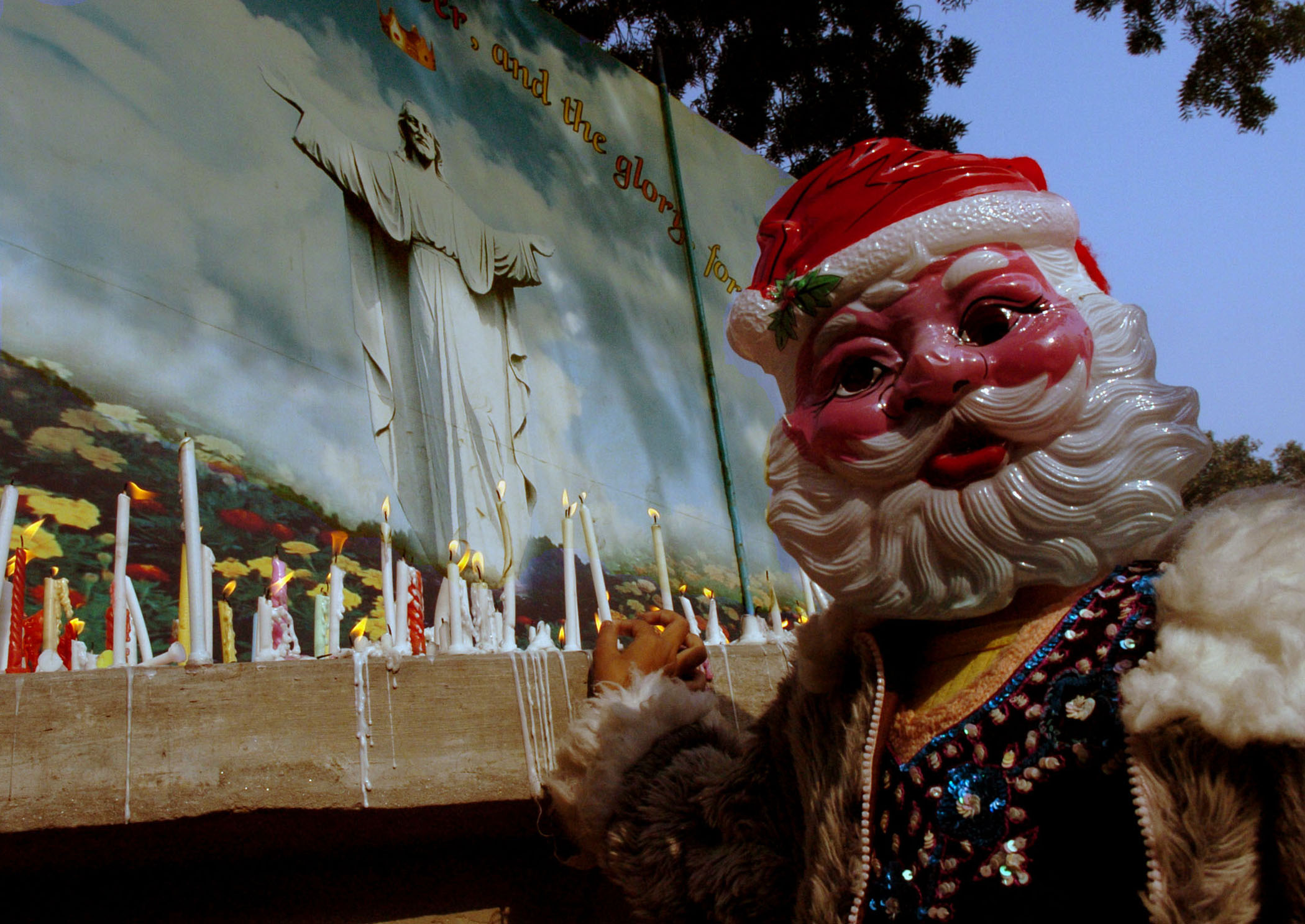
Een kind, verkleed als kerstman, steekt de kaarsen aan in de Sacred Heart Cathedral in New Delhi op 25 december 2007
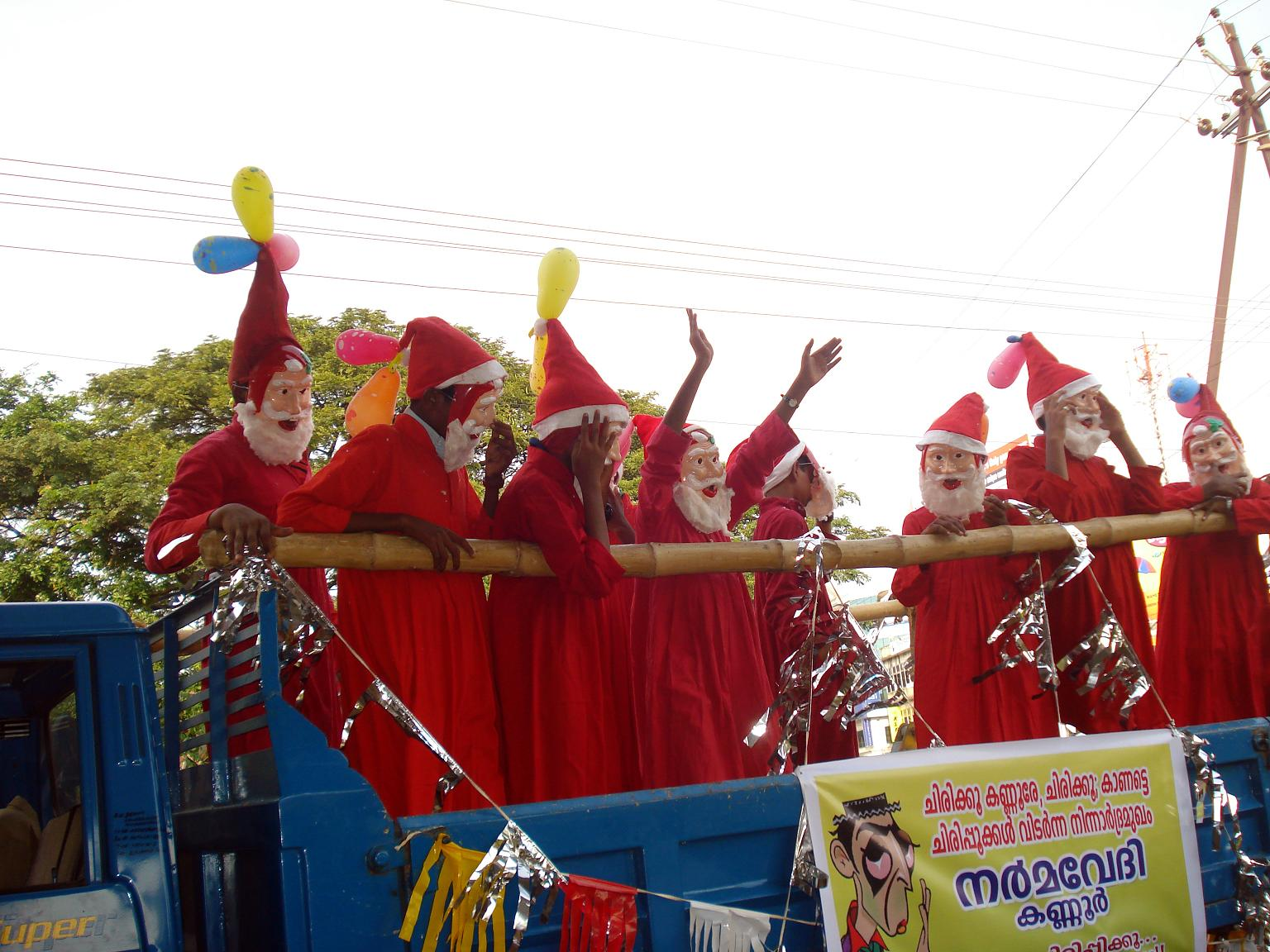
Onder leiding van 'Narmavedi', een lachgroep gevormd in het district Kannur, gaan kinderen verkleed als Kerstman door de stad.
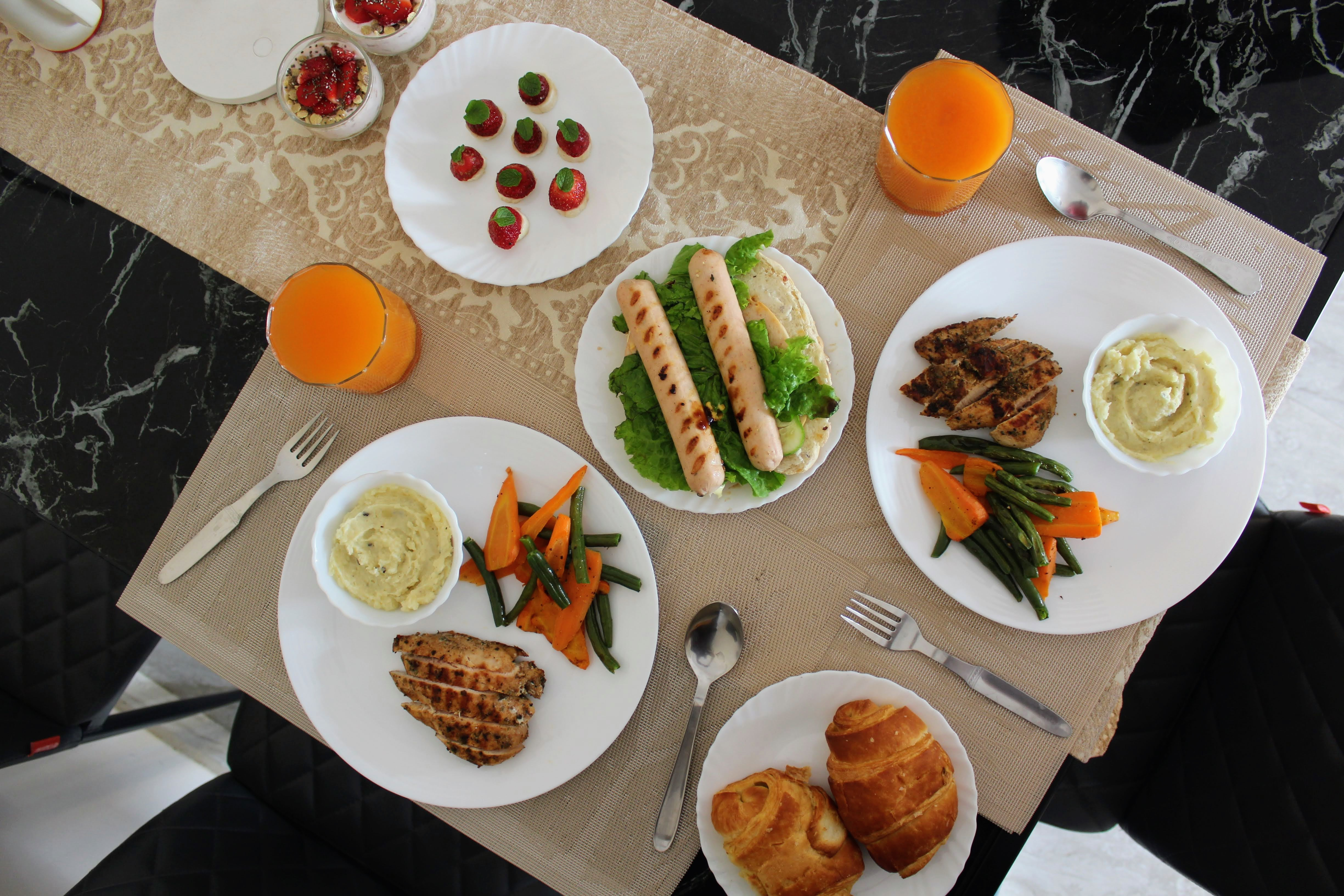
Kerstontbijt
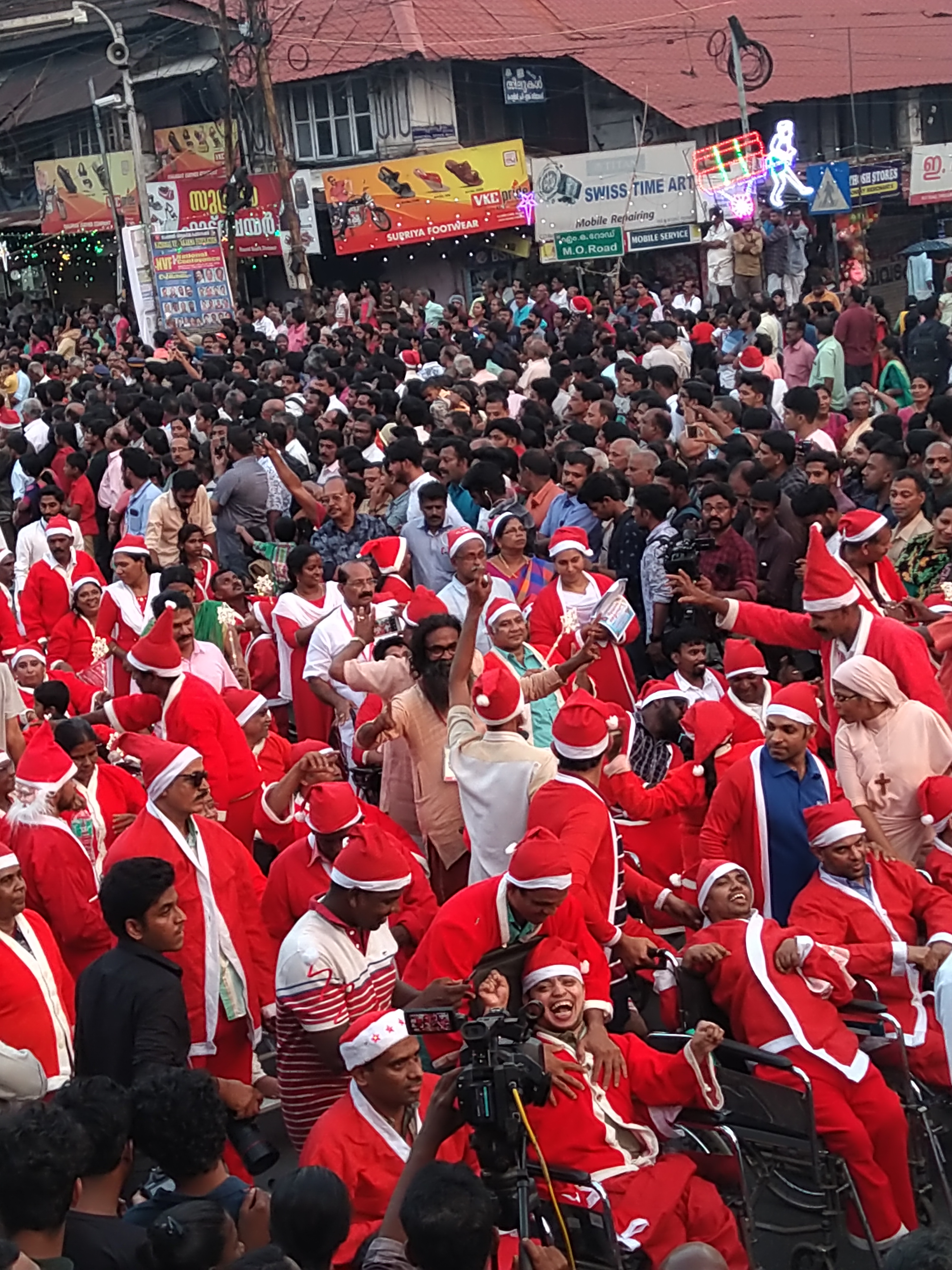
Buon Natale
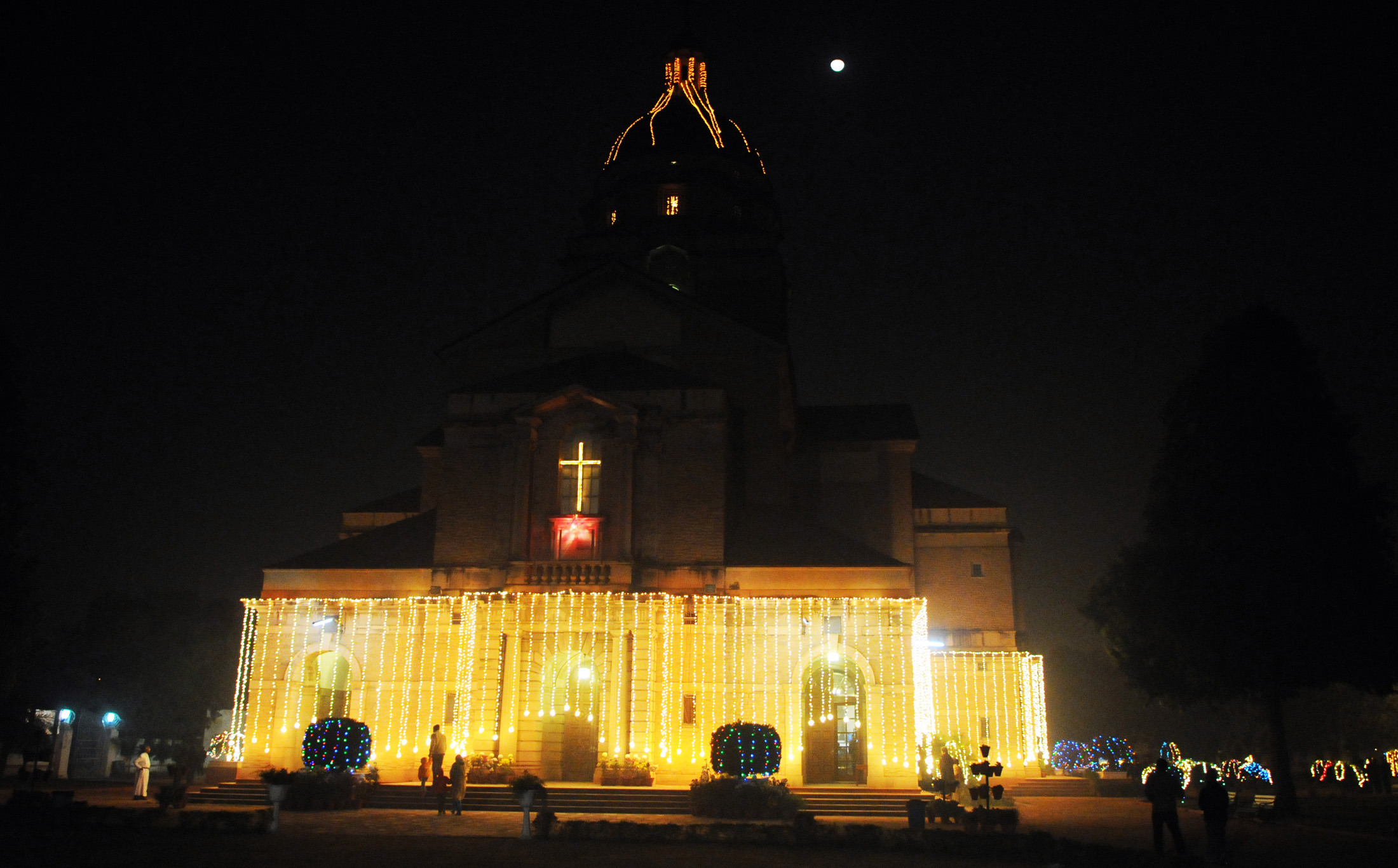
De  Cathedral church of the Redemption in New Delhi is aan de vooravond van Kerstmis, op 24 december 2010, volledig versierd
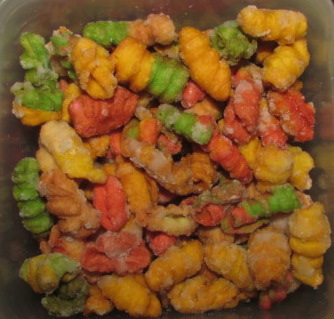
Kidyo
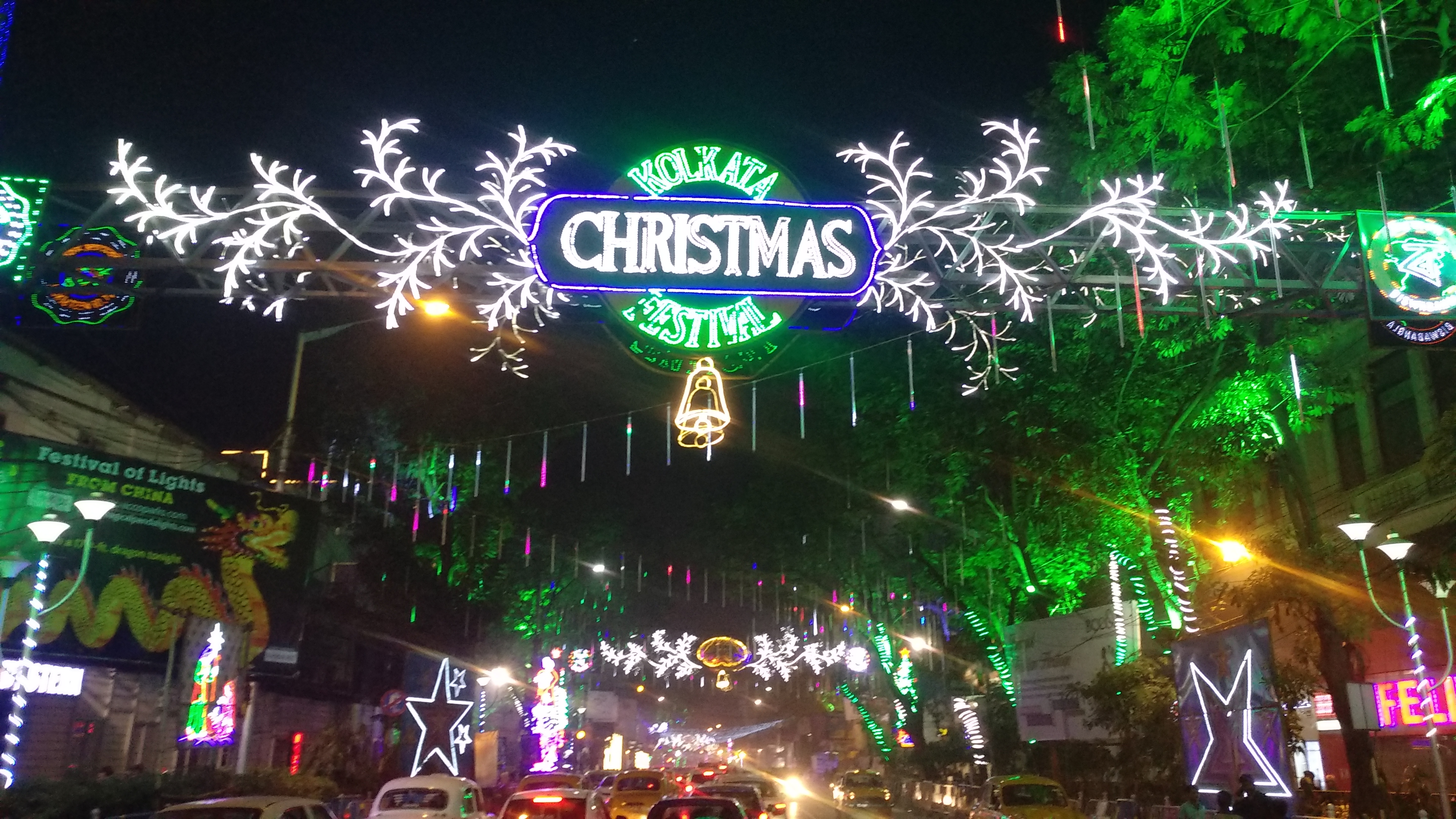
Kerstverlichting op straat in Kolkota
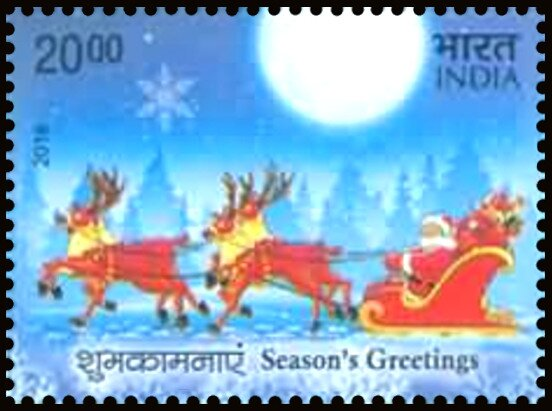
Kerstpostzegel uit India, 2016

## Indonesië

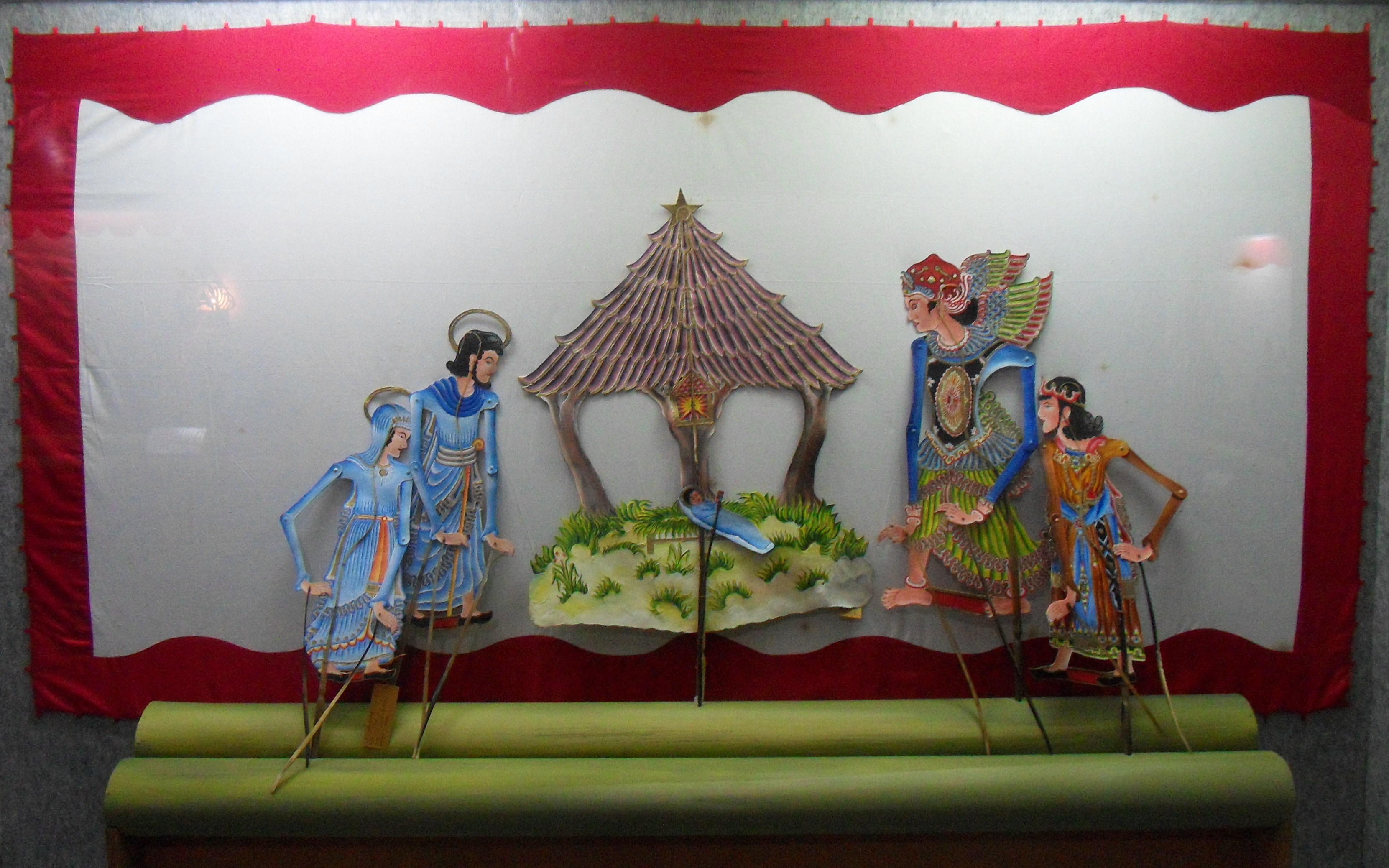
Kerststal met Wajang-poppen, Museum Sonobudoyo, Yogyakarta

Als Kerstmis aanbreekt, kent Kampung Tugu in Noord-Jakarta, dat grotendeels wordt bewoond door Portugees-Indiase afstammelingen, een reeks tradities die al honderden jaren bestaan. Eén daarvan is Mandi-mandi, een feest waarbij mensen elkaars gezicht insmeren met poeder. Deze traditie is een symbool van verontschuldiging en een vorm van genegenheid. Ze zeggen dat degene die de meeste krabbels op zijn gezicht heeft, degene is van wie het meest gehouden wordt. Of het kan ook zijn dat hij de meeste zonden heeft.

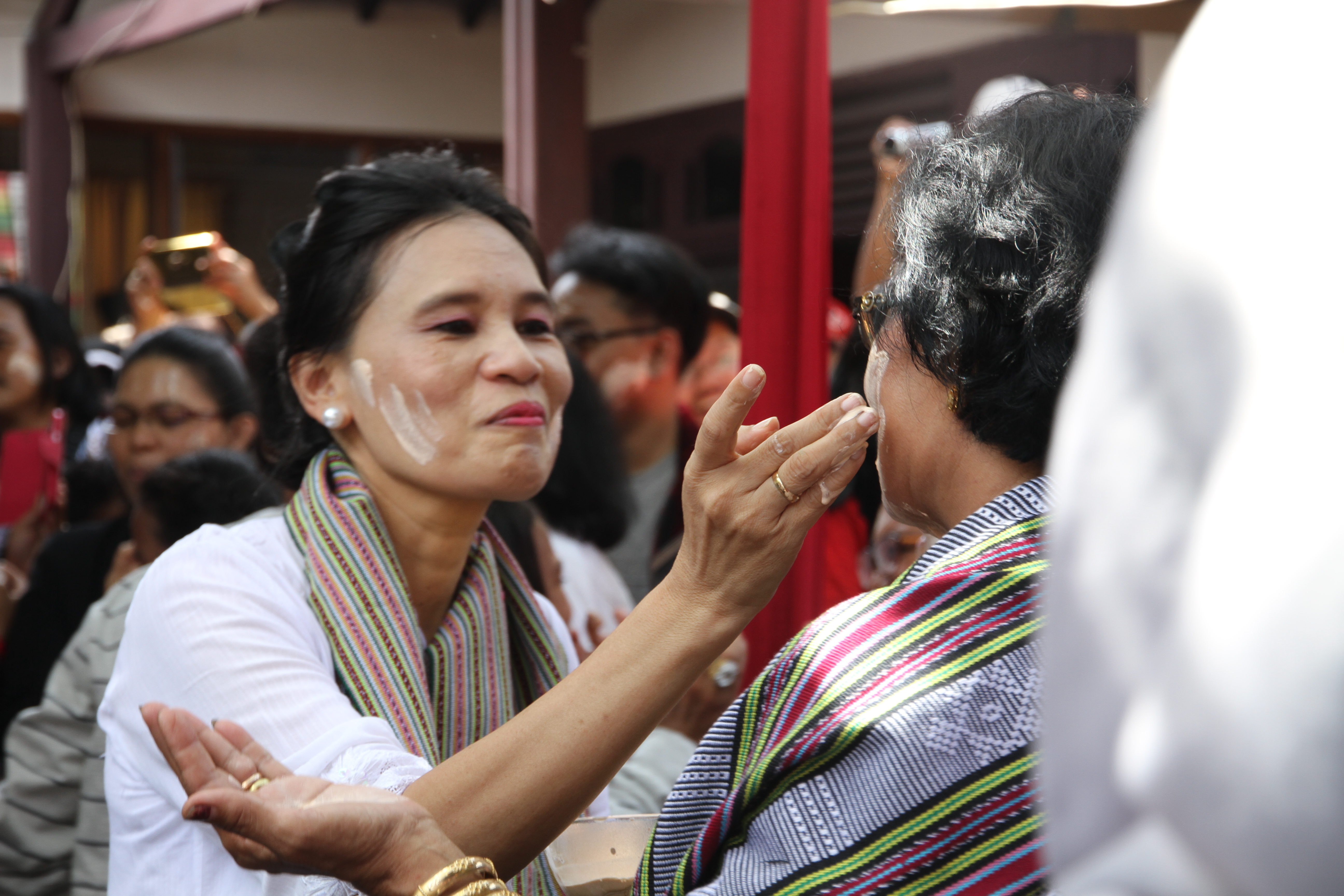
Mandi-mandi in Kampung Tugu
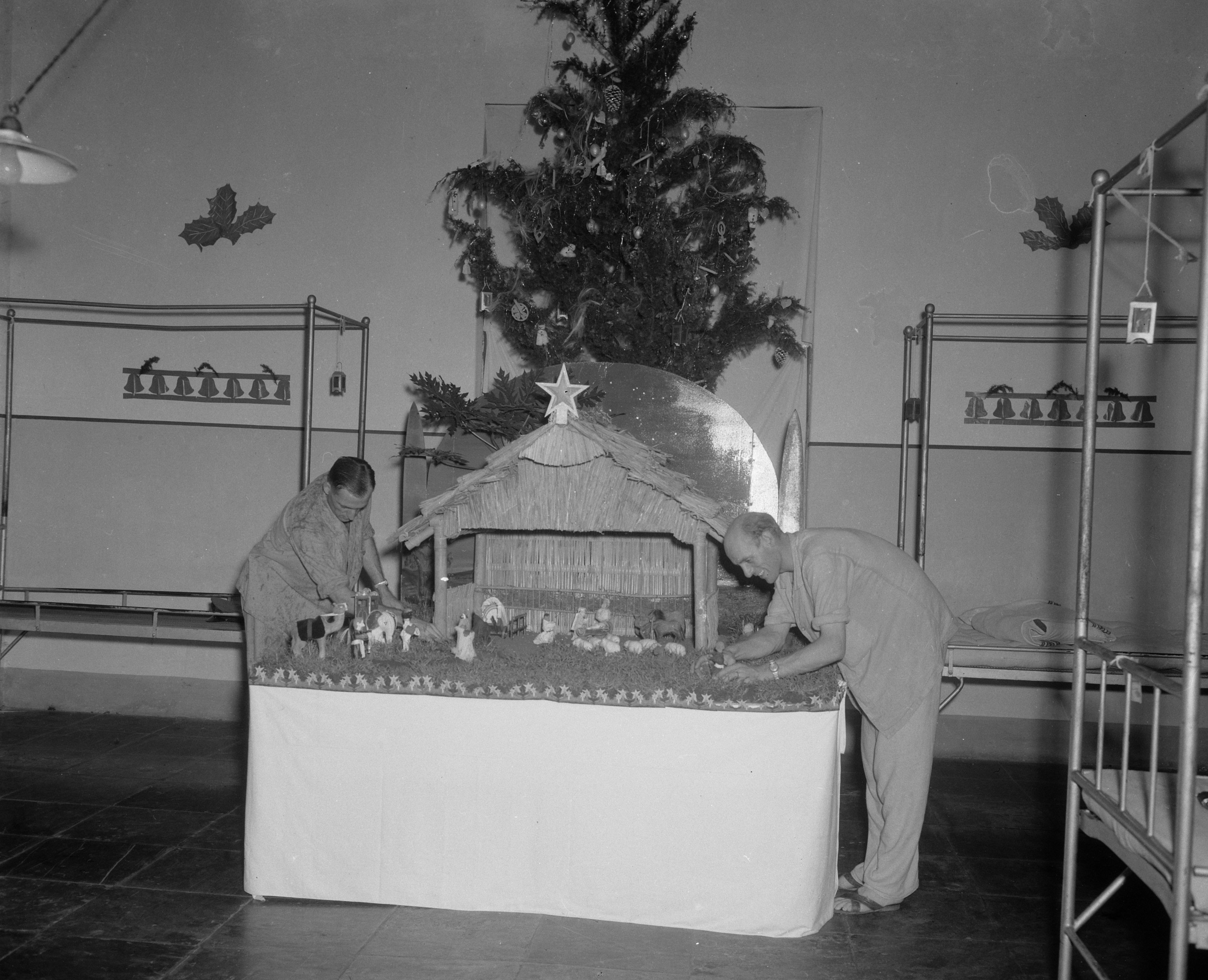
Kerststal in Militair Hospitaal I te Batavia, 24 december 1947
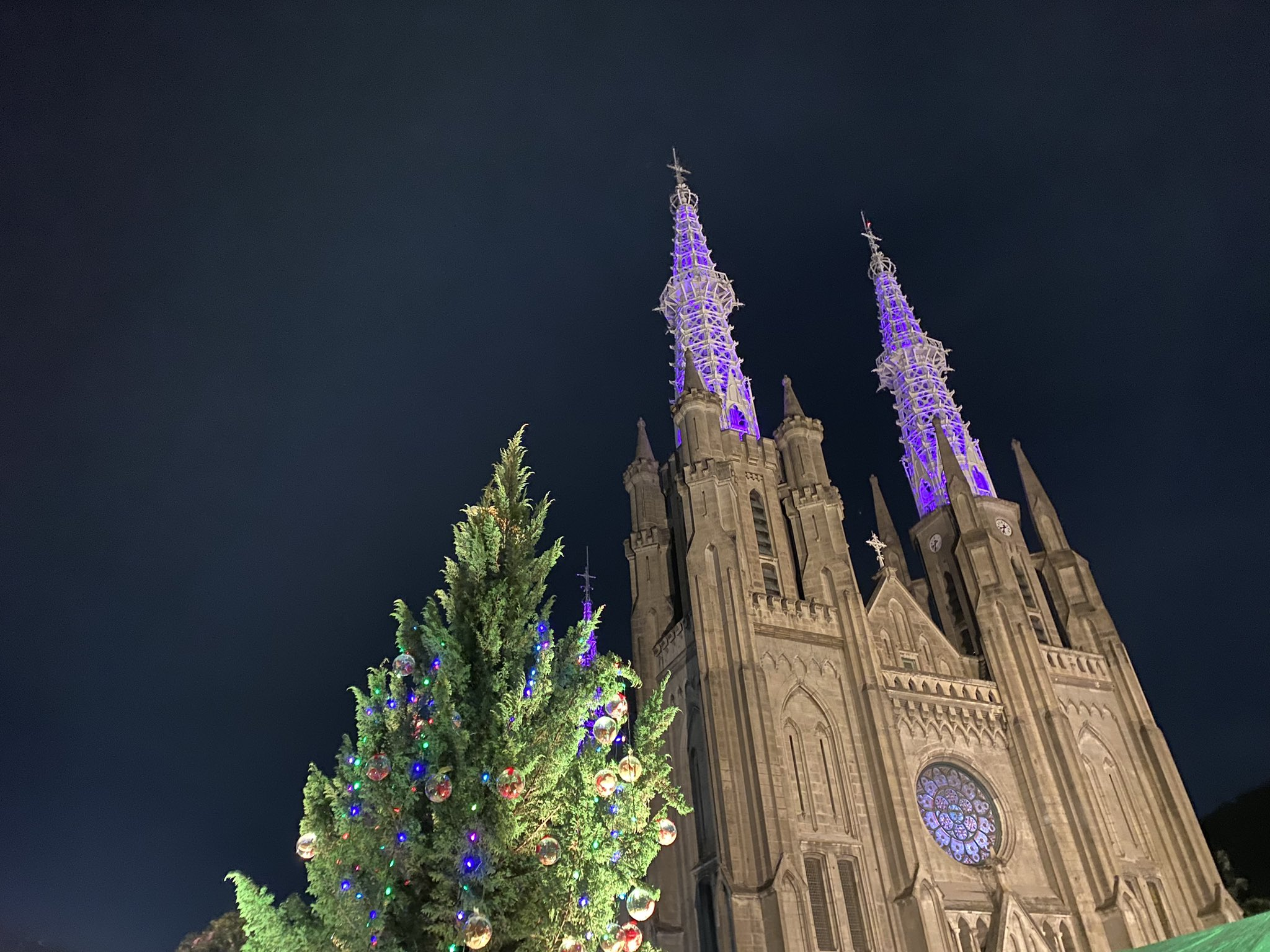
Kerstboom bij de kathedraal van Jakarta
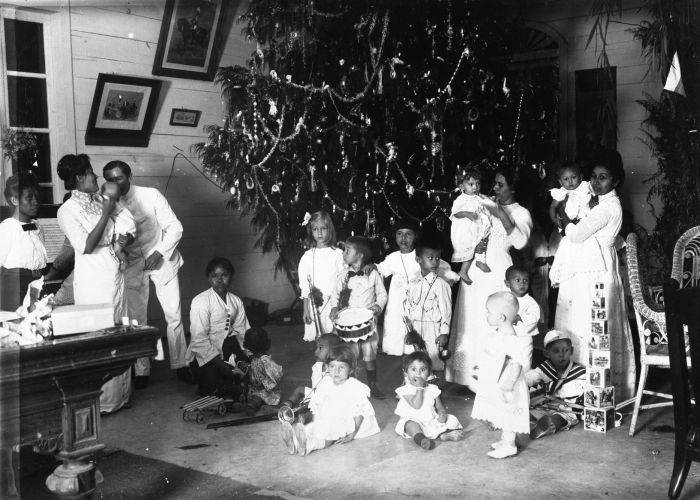
Kerstfeest in Indonesië, Tropenmuseum, begin 20e eeuw
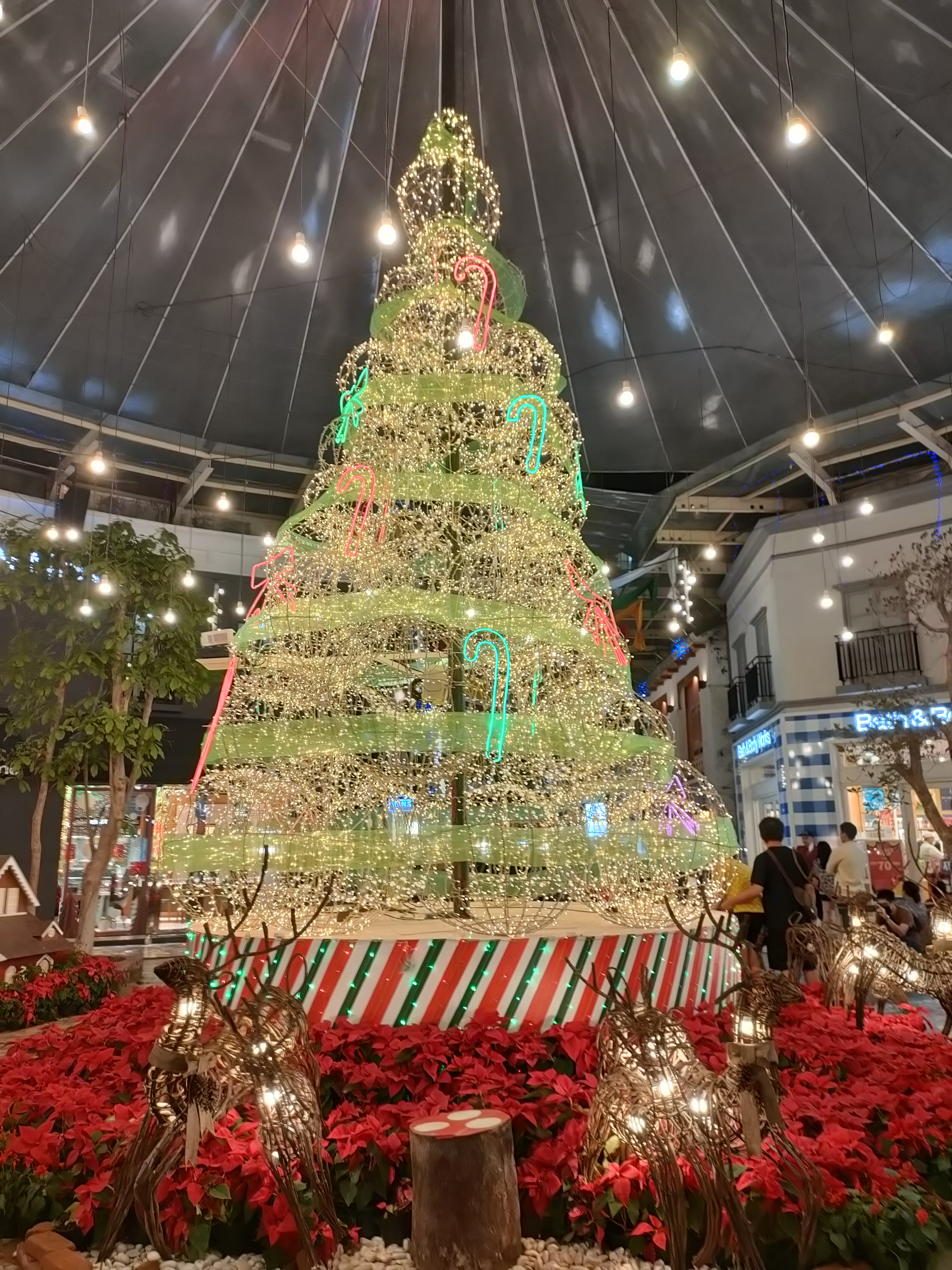
Pohon Natal (jerstboom)

## Irak

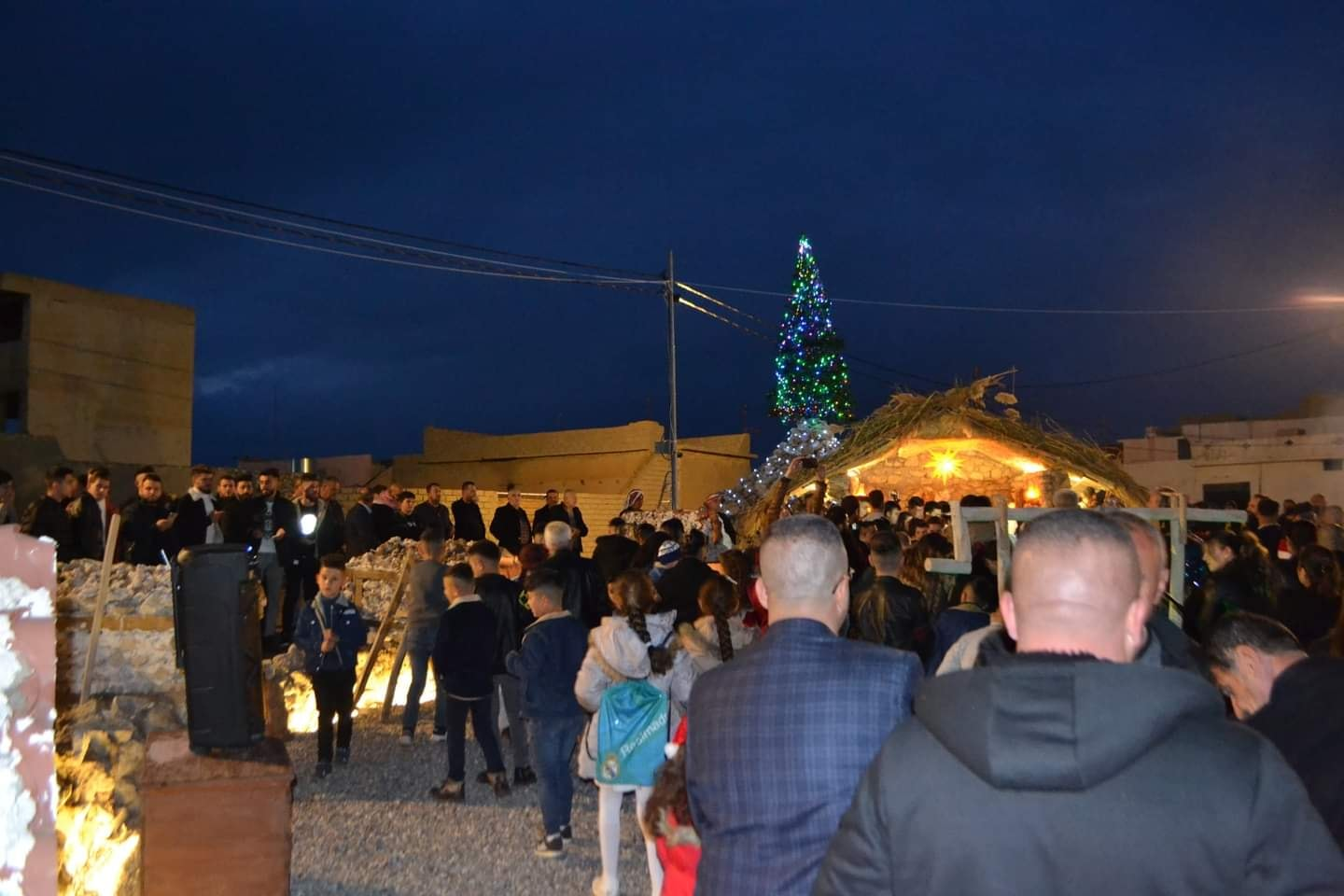
Kerst in Batnaya, Irak
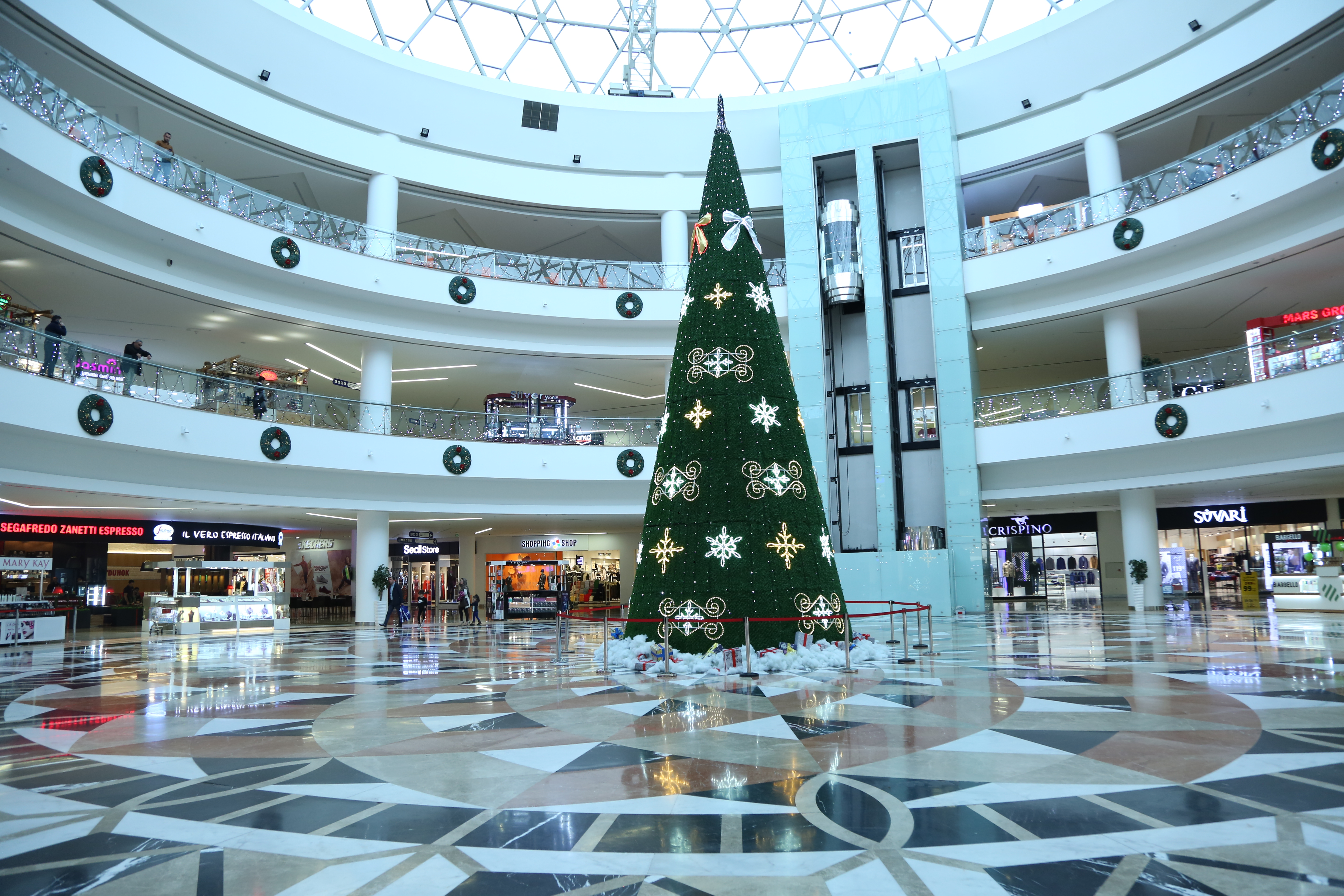
Kerstboom in winkelcentrum in Duhok

## Iran

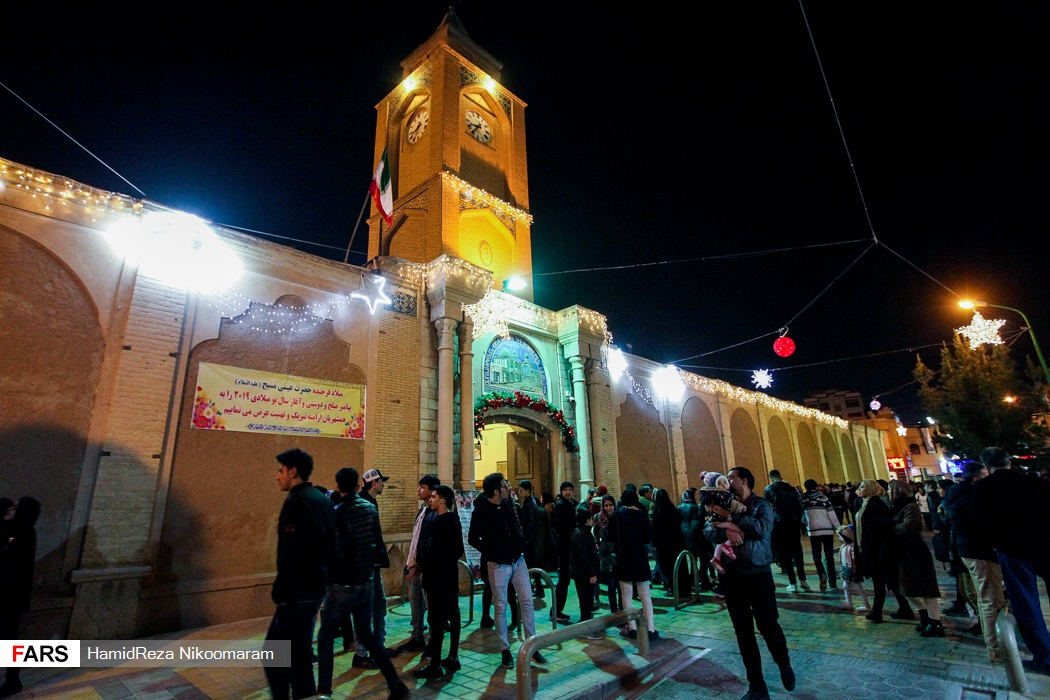
Kerstmis bij de kathedraal van Vank

In Iran viert men shab-e yalda, de langste nacht van het jaar. Er worden noten en meloen gegeten. De ceremonie heeft haar oorsprong in het oude Perzië van zo'n duizend jaar geleden.

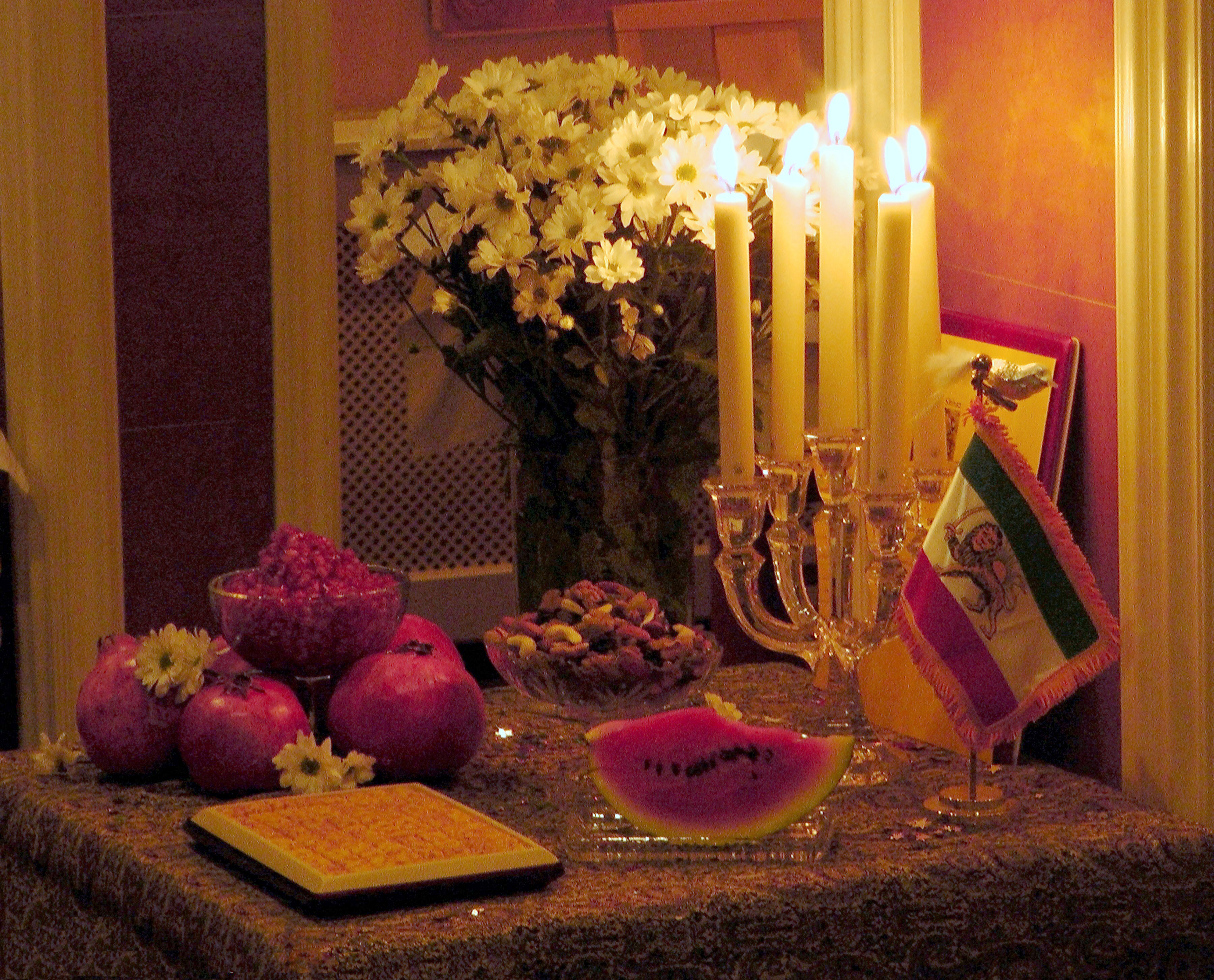
Tafel tijdens Yalda
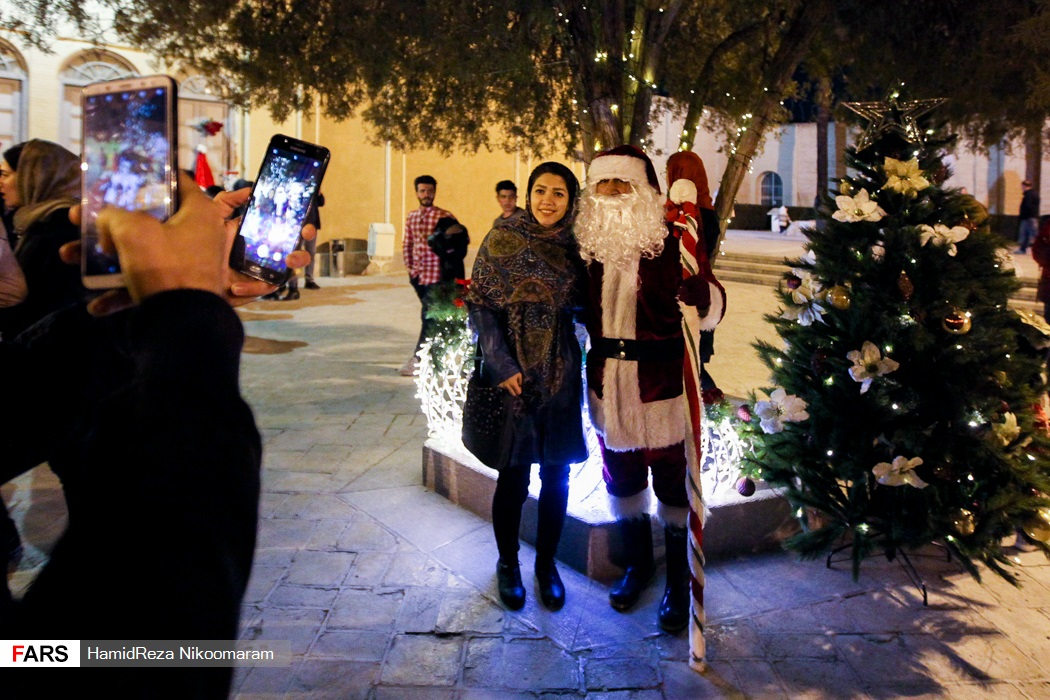
Kerstman bij de kathedraal van Vank
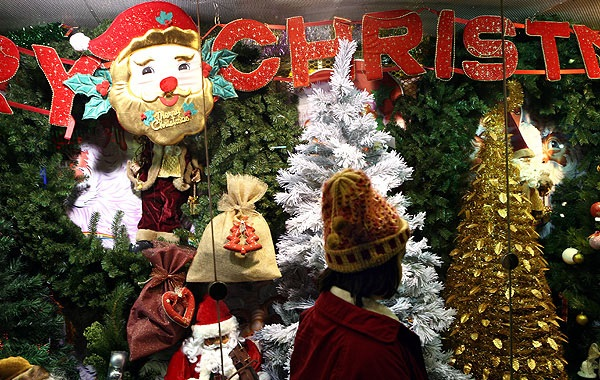
Kerstmis in de winkels van Teheran
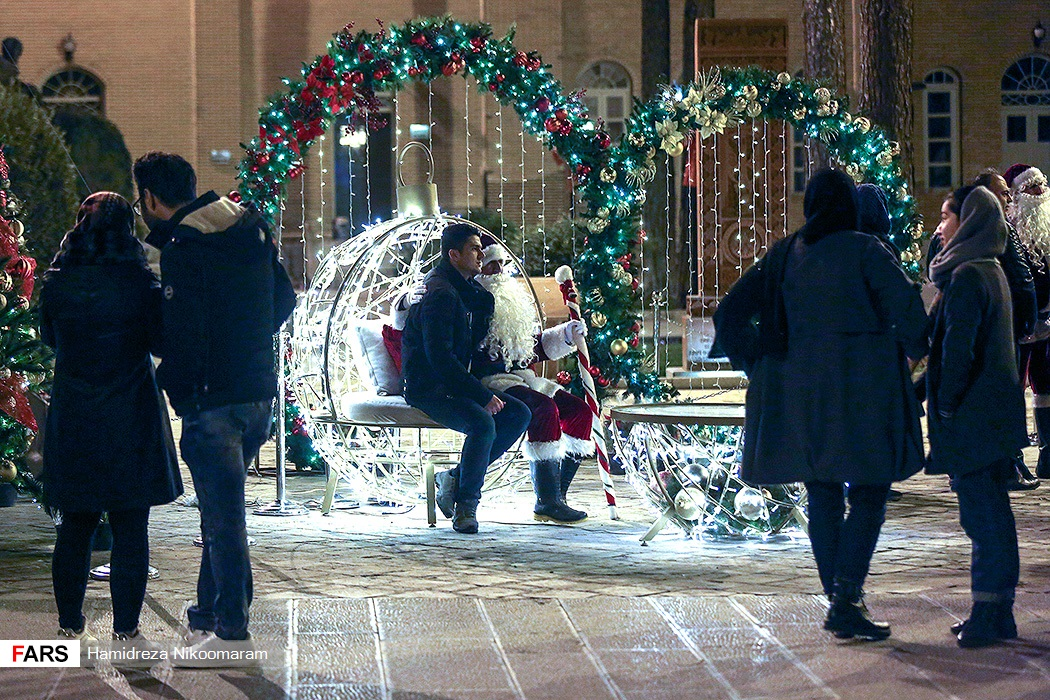
Kerstmis, Isfahan

## Israël

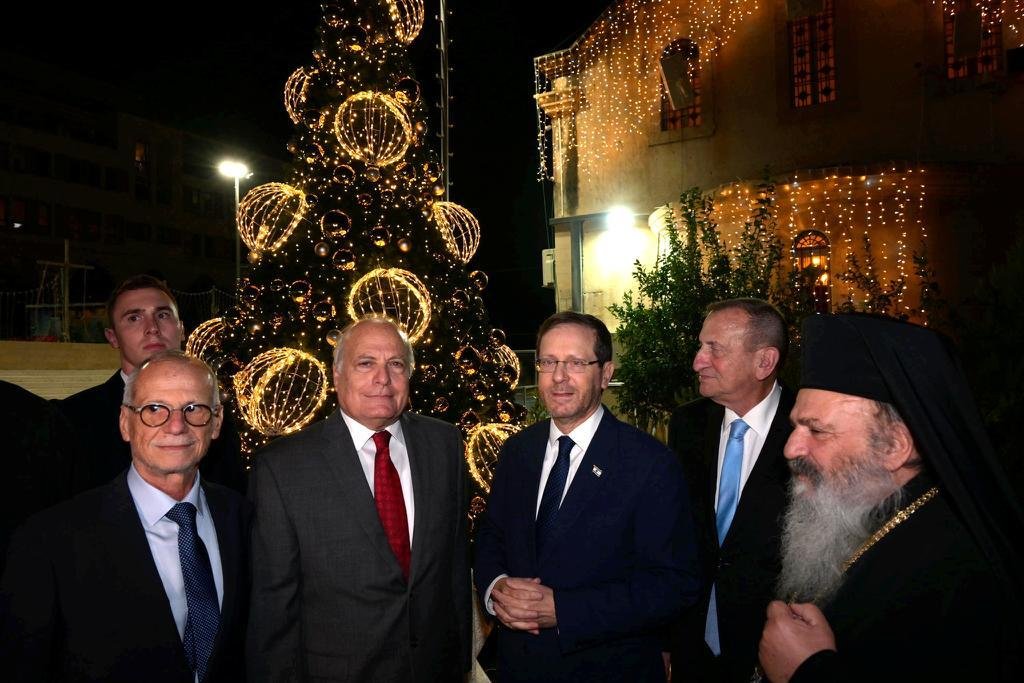
President Yitzhak Herzog bezoekt in 2022 de orthodoxe kerk van St. George in Jaffa ter ere van Kerstmis en het nieuwe burgerlijk jaar. Tijdens het bezoek zal de president een ontmoeting hebben met de leiders van de christelijke gemeenschap van Jaffa en tijdens de feestdag samen met de leiders de lichten van de dennenboom van de gemeenschap aansteken. Het bezoek werd begeleid door de burgemeester van Tel Aviv-Yafo, Ron Huldai en de gepensioneerde rechter van het Hooggerechtshof, George Kara.

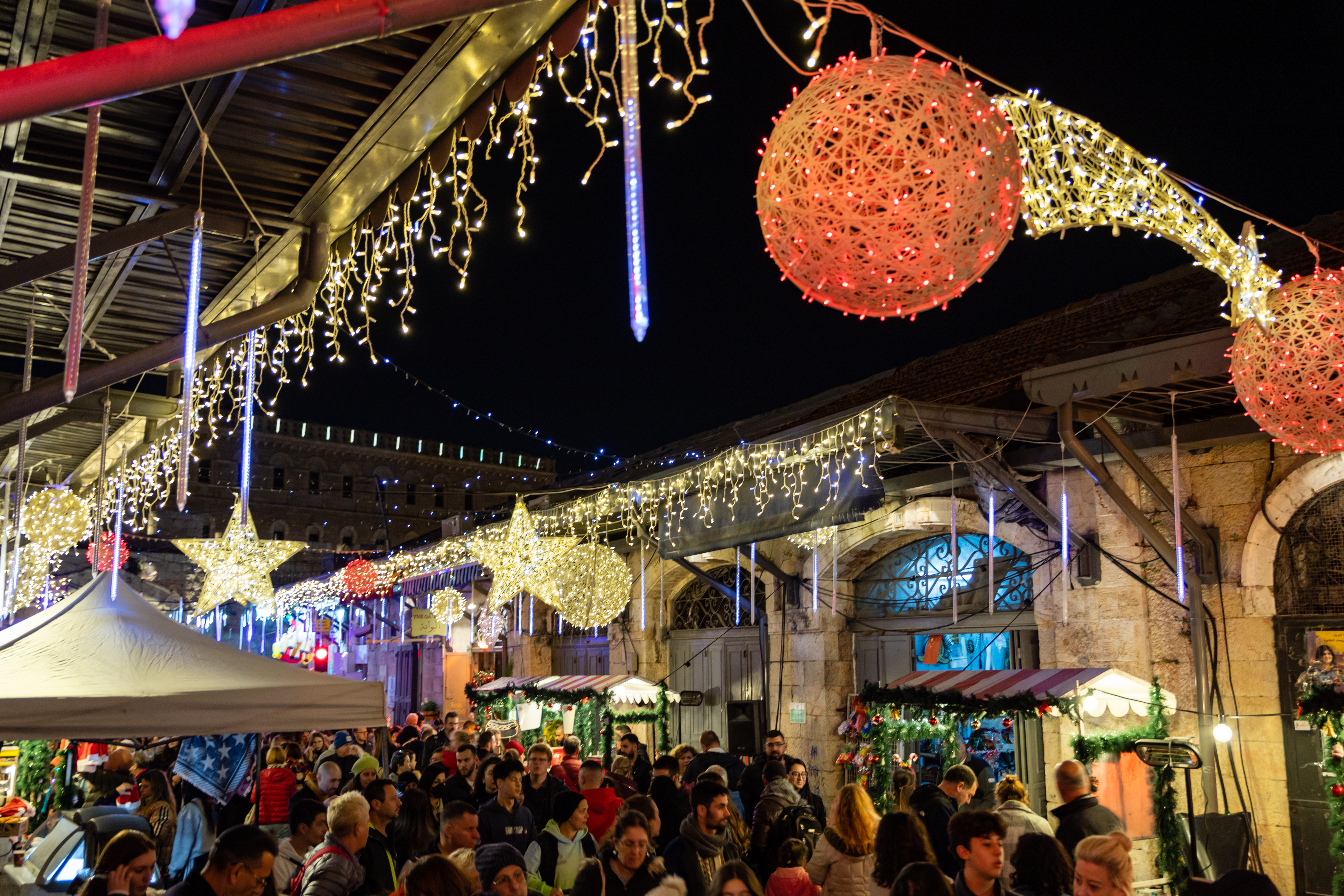
Kerstmarkt in Israël
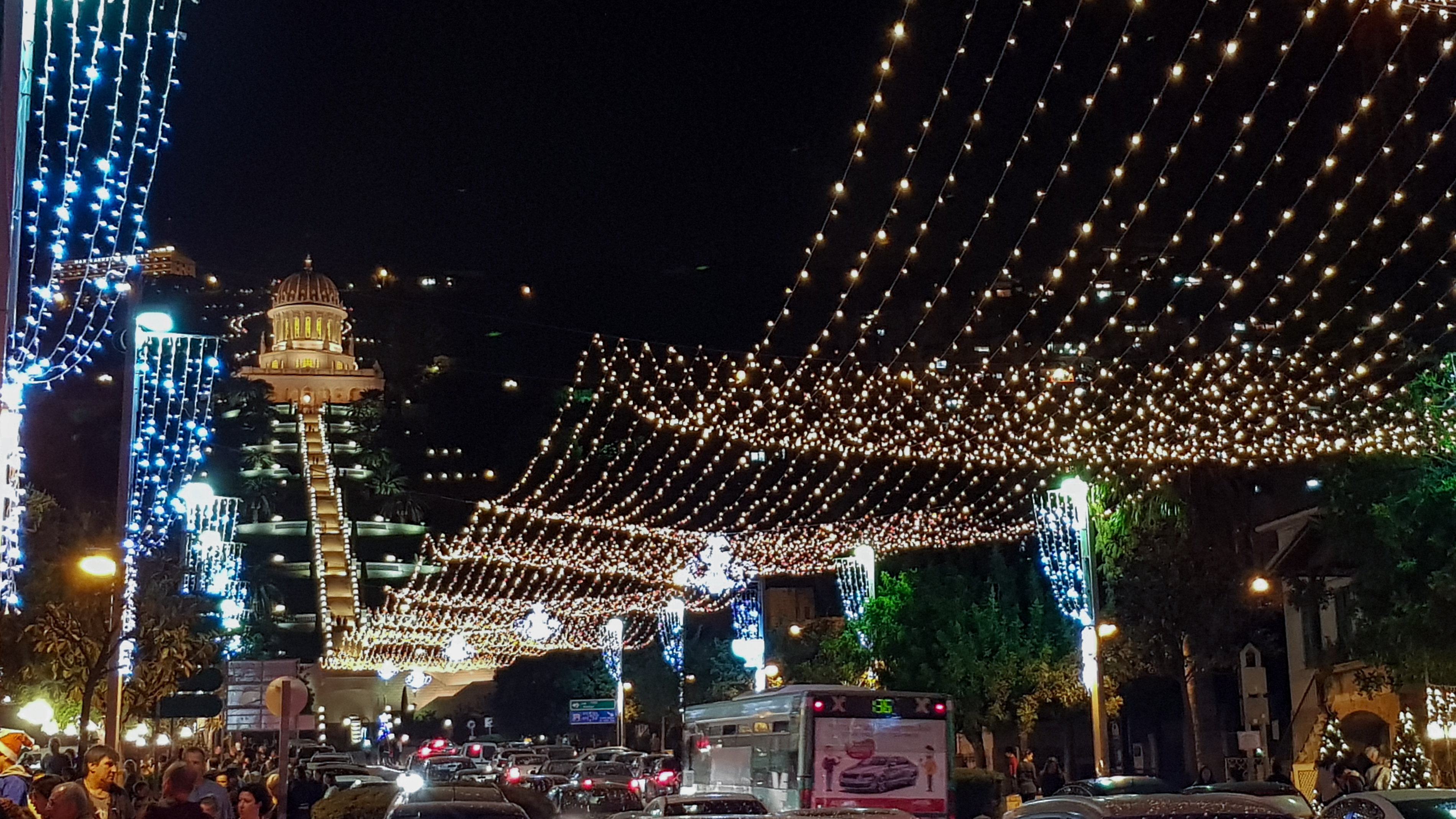
Kerstversiering in Haifa
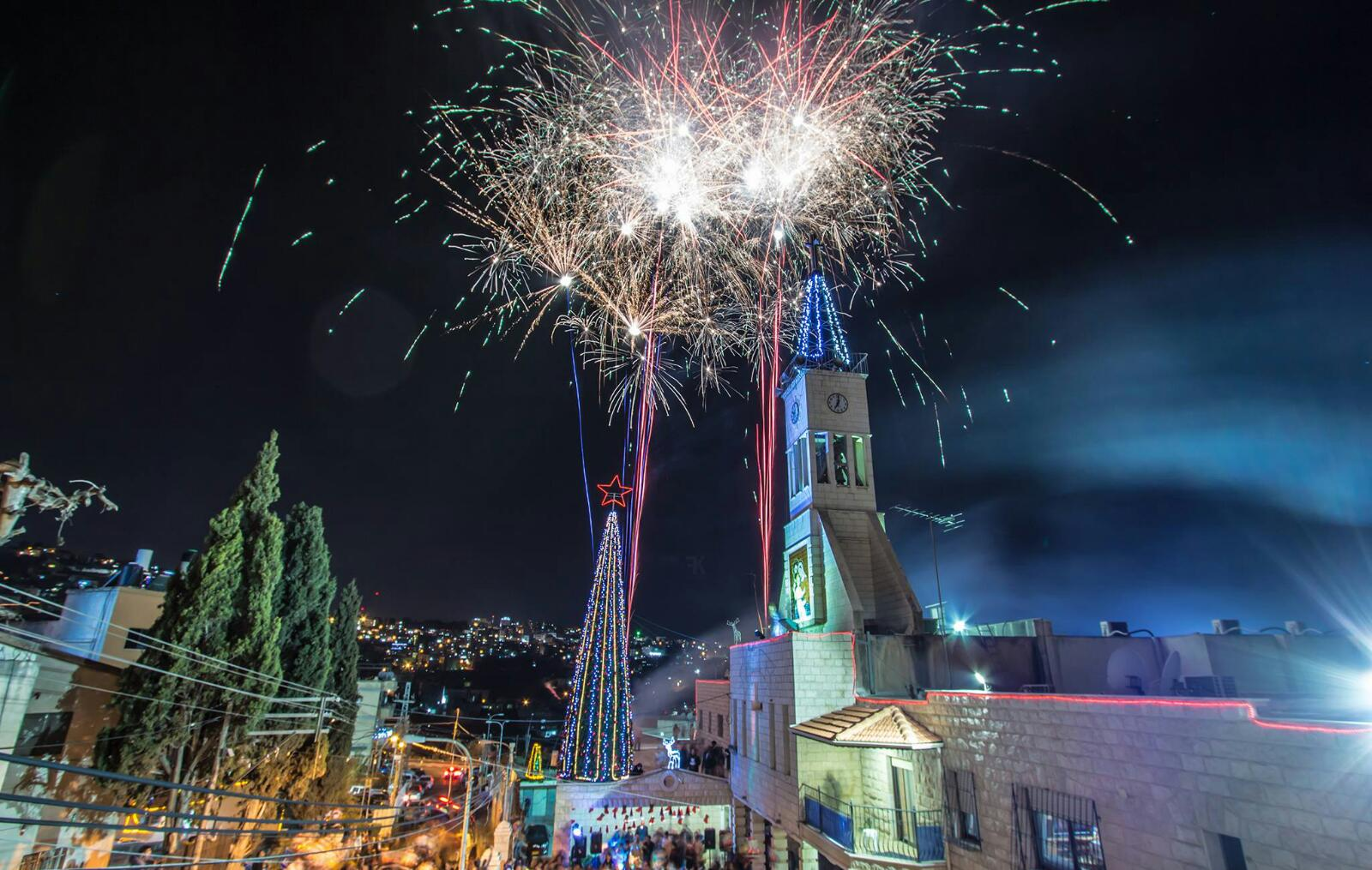
Kerst in Reineh
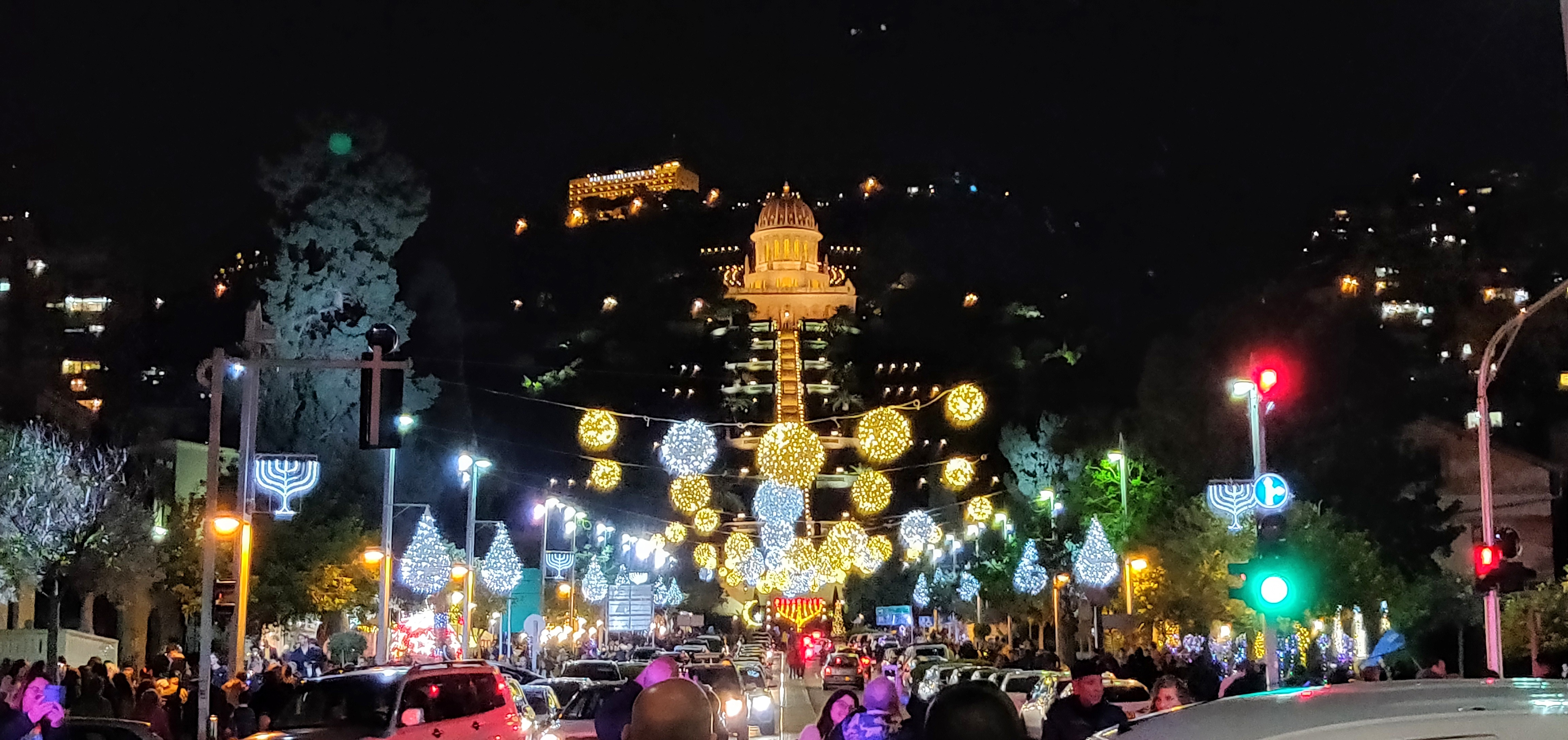
Kerstviering in Bahai' Gardens, Haifa
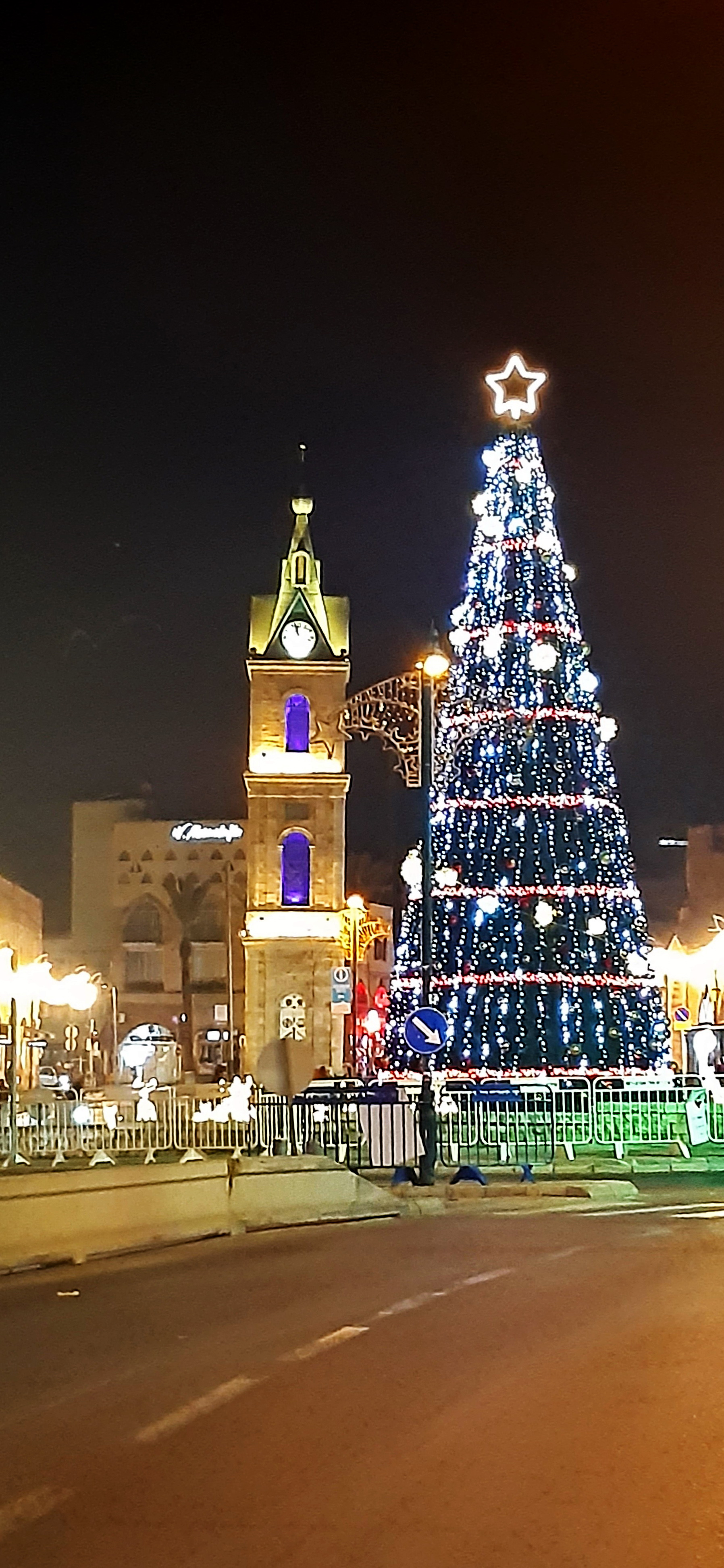
Kerstboom in Jaffa
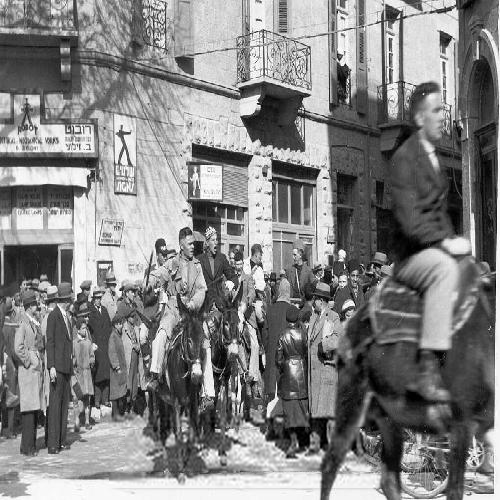
Op ezels rijden in de nieuwe en oude stad is onderdeel van de kerstvieringen in Jeruzalem, (1933).
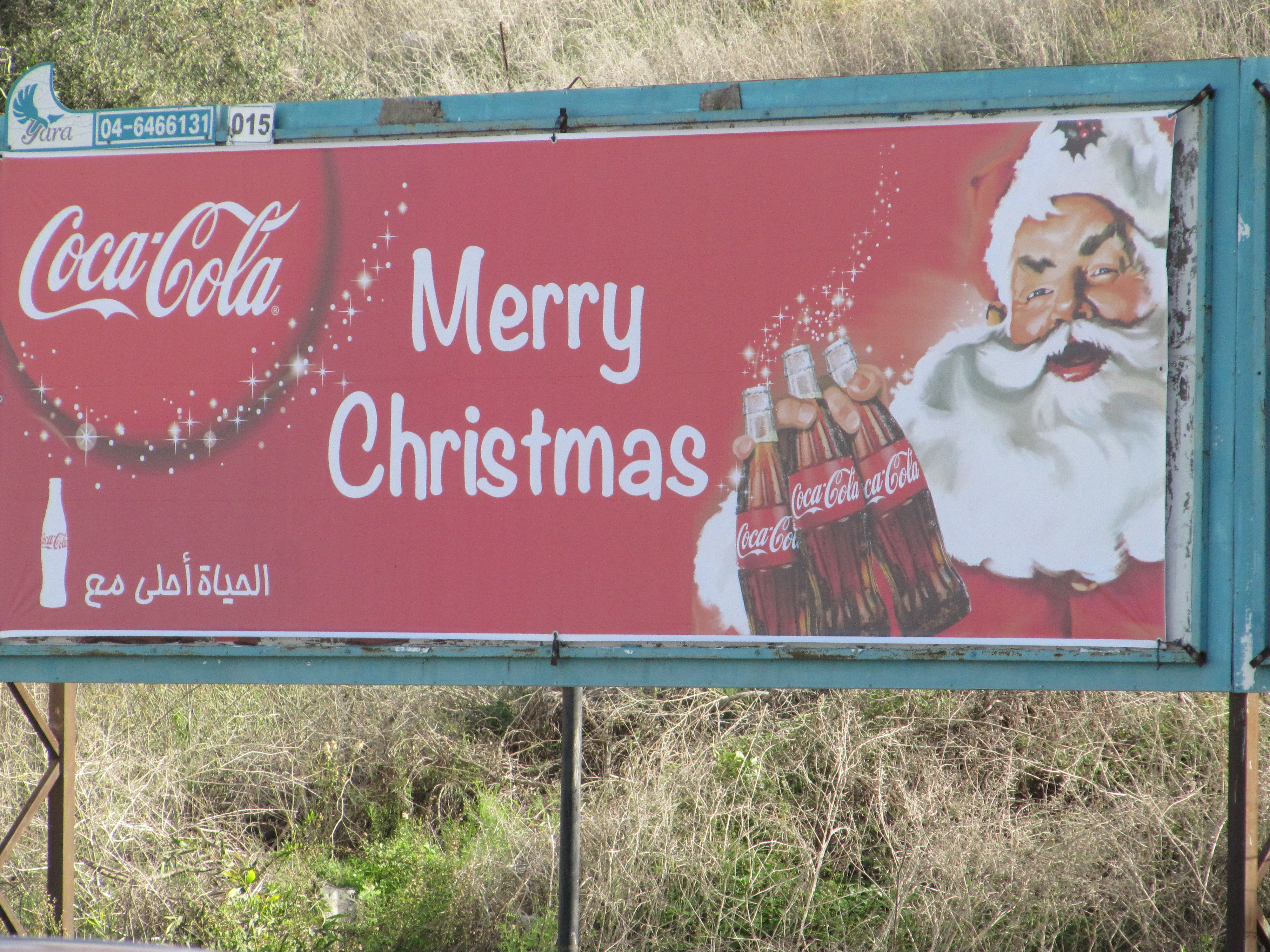
Ook in Israël heeft kerstmis een commercieel tintje gekregen, reclame van Coca Cola in Nazareth

## Italië

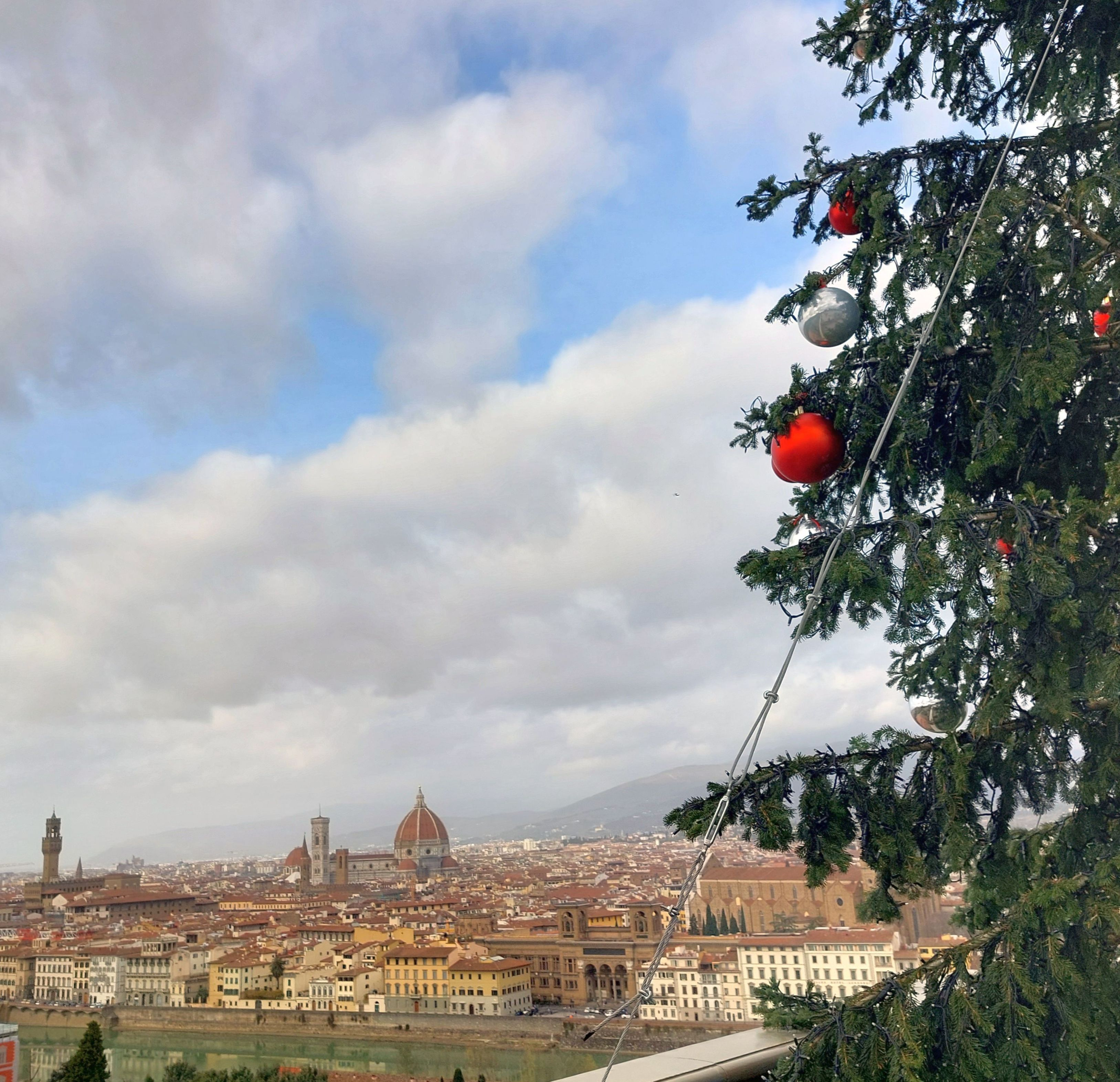
Kerstboom op het Piazzale Michelangelo, Florence

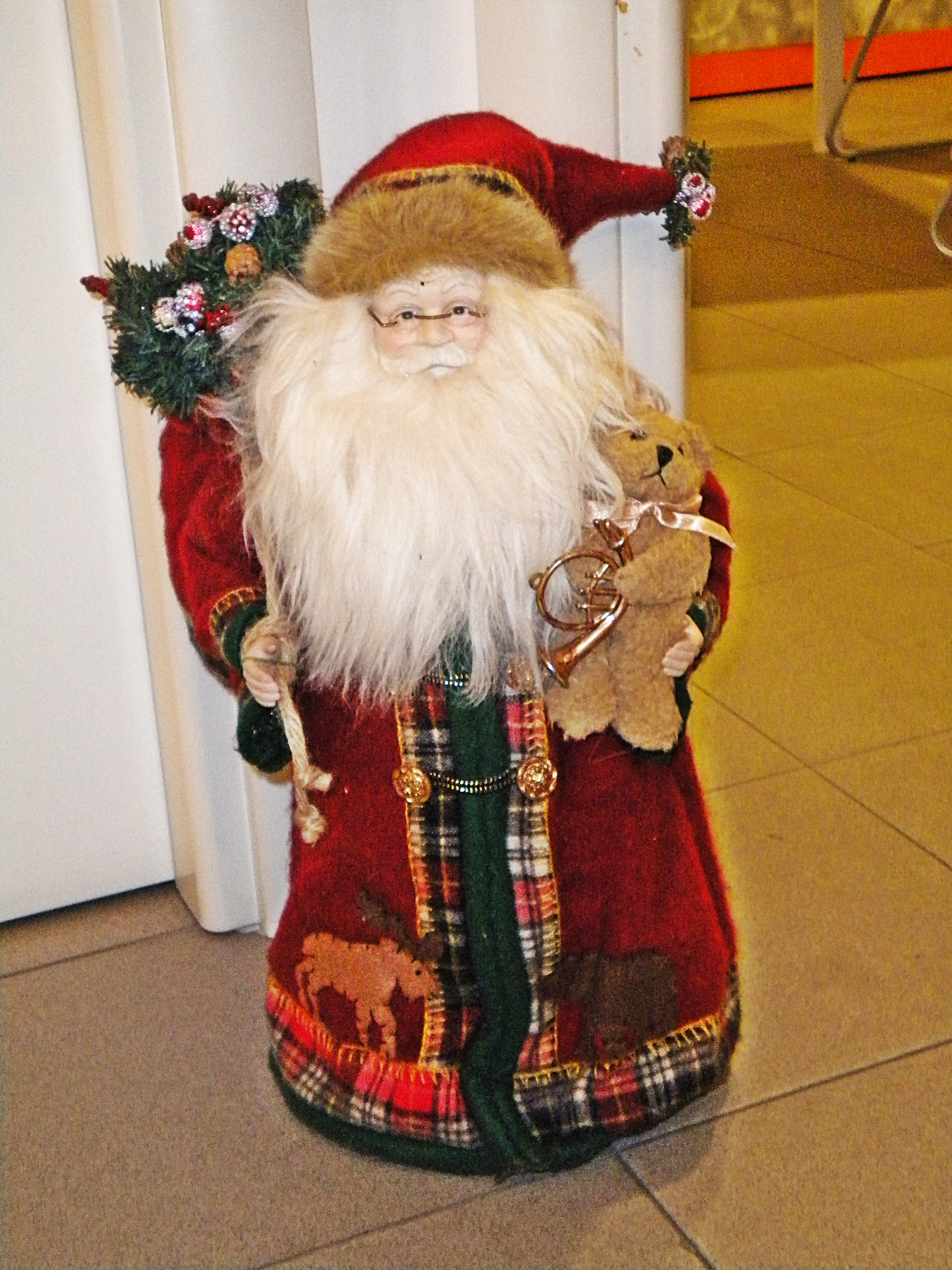
Babbo Natale

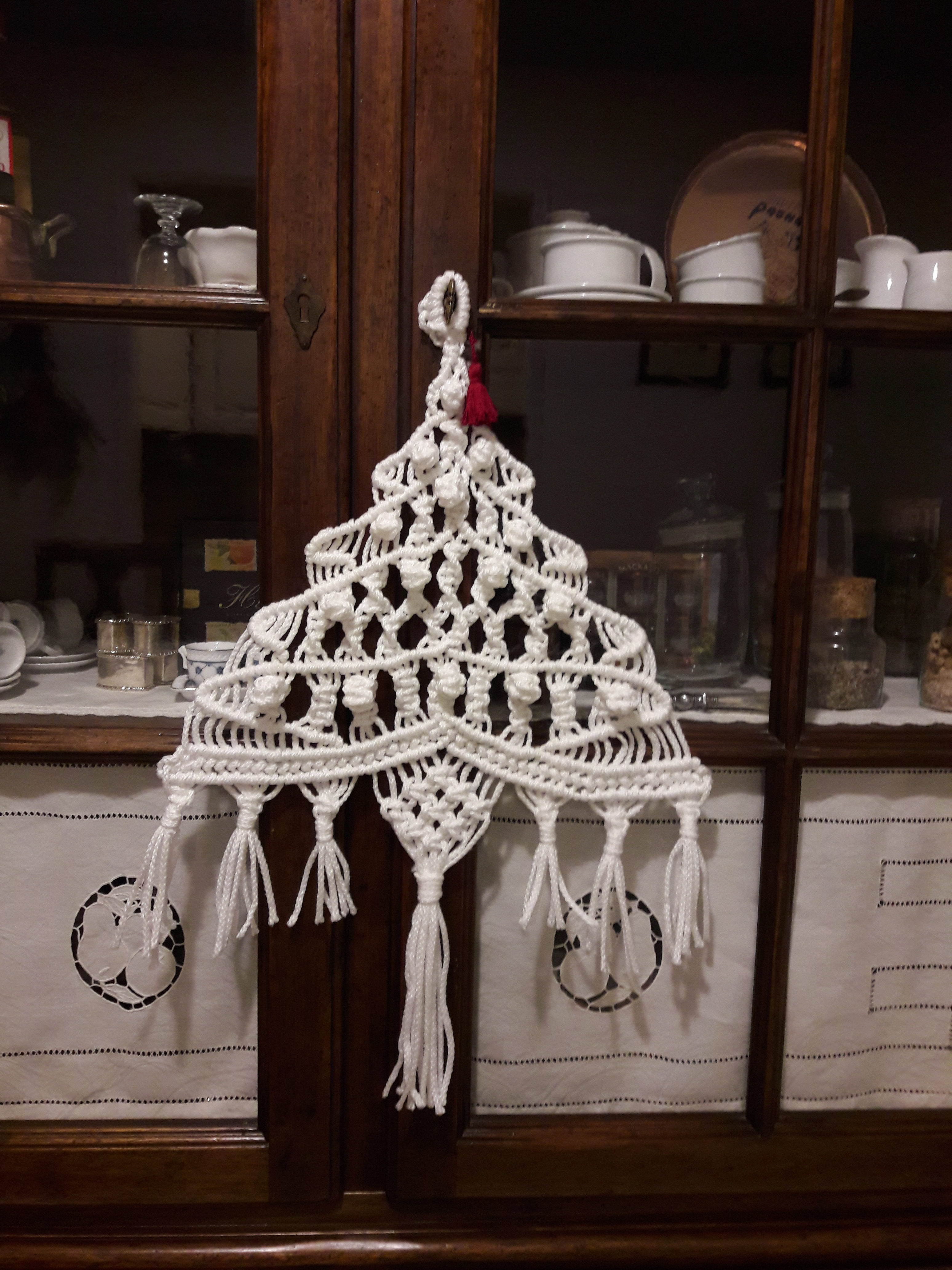
Kerstboom van macramé

Kerstmis (Natale, geboortedag) in Italië begint op 8 december, met het feest van de Onbevlekte Ontvangenis. Dit is de dag waarop traditioneel de kerstboom wordt opgezet. Kerstmis eindigt op 6 januari van het volgende jaar met Driekoningen.
Het is heel gebruikelijk om op kerstavond de middernachtmis bij te wonen en de oude gewoonte van onthouding van vlees op die dag te beoefenen (maar niet het vasten, dat door de Oosters-orthodoxe Kerk wordt nageleefd). Tradities met betrekking tot het uitwisselen van geschenken variëren van regio tot regio, aangezien dit kan plaatsvinden op kerstavond of op eerste kerstdag.
Volgens de traditie mag het kerstavondmaal geen vlees bevatten. Terwijl andere christelijke families over de hele wereld de kerstavondmaaltijd vieren met verschillende soorten vlees, vieren Italianen (vooral Sicilianen) het traditionele katholieke "Feest van de Zeven Vissen", dat historisch gezien werd geserveerd na een vastenperiode van 24 uur. Hoewel het vasten op kerstavond geen populaire gewoonte meer is, genieten sommige Italiaans-Amerikanen nog steeds van een vleesloos kerstavondfeest. Een traditioneel gerecht dat wordt gegeten met kerst is de Panettone.
In bijna elke kerk en in bijna elk huis staat een kerststal. De Italianen versieren hun huis met hulst en maretak en met kaarsen en een ceppo (een soort open piramide waarin kerstspulletjes worden gezet).
In Italië brengt de kerstheks Befana cadeautjes rond op Driekoningen. Zij is op zoek naar Jezus Christus en brengt lieve kinderen snoep, stoute kinderen krijgen kool of donker snoep.
In Italië wordt ook het Luciafeest gevierd.

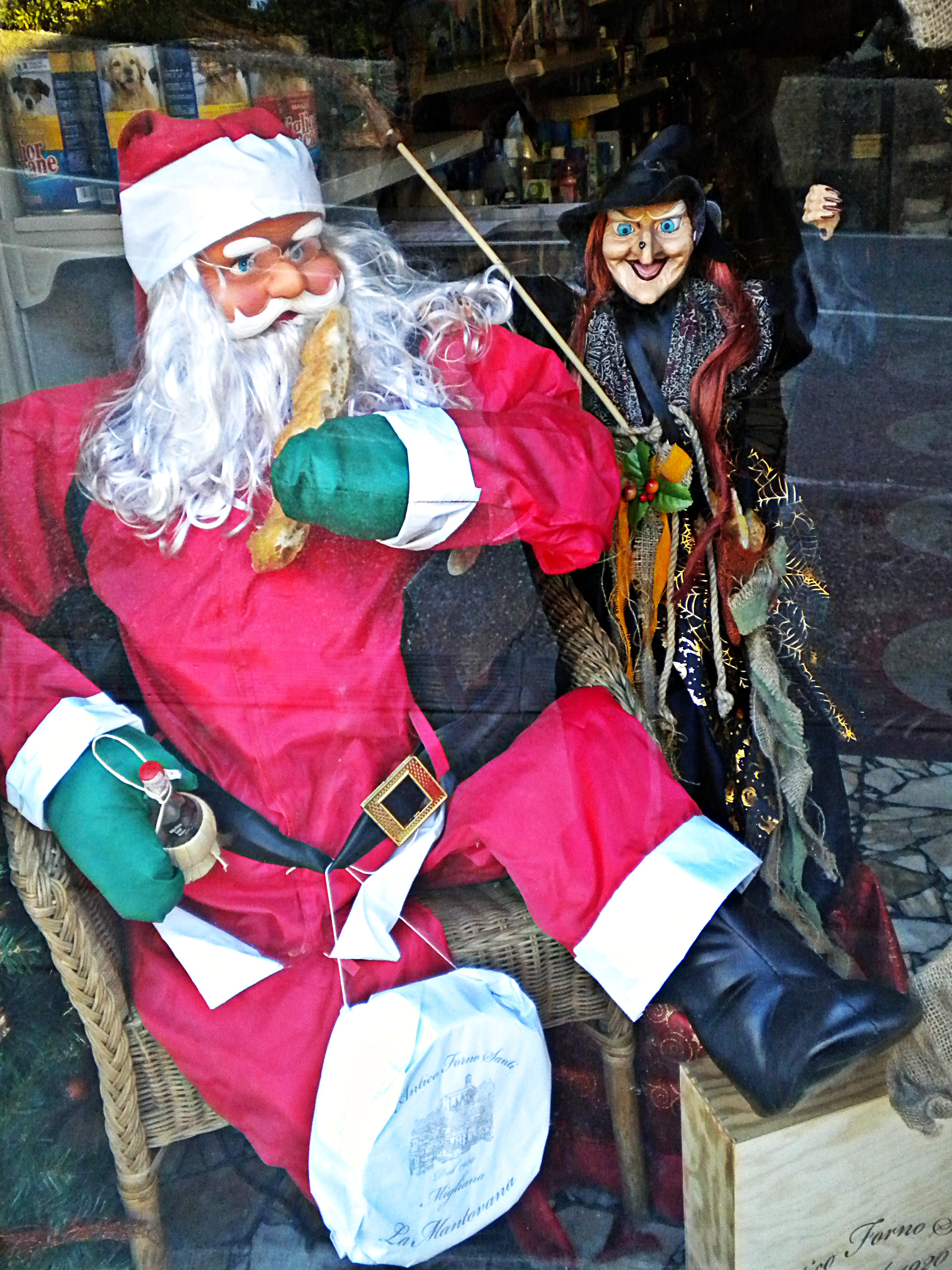
Babbo Natale en Befana (met Schiacciata- en Migliana-koekjes)
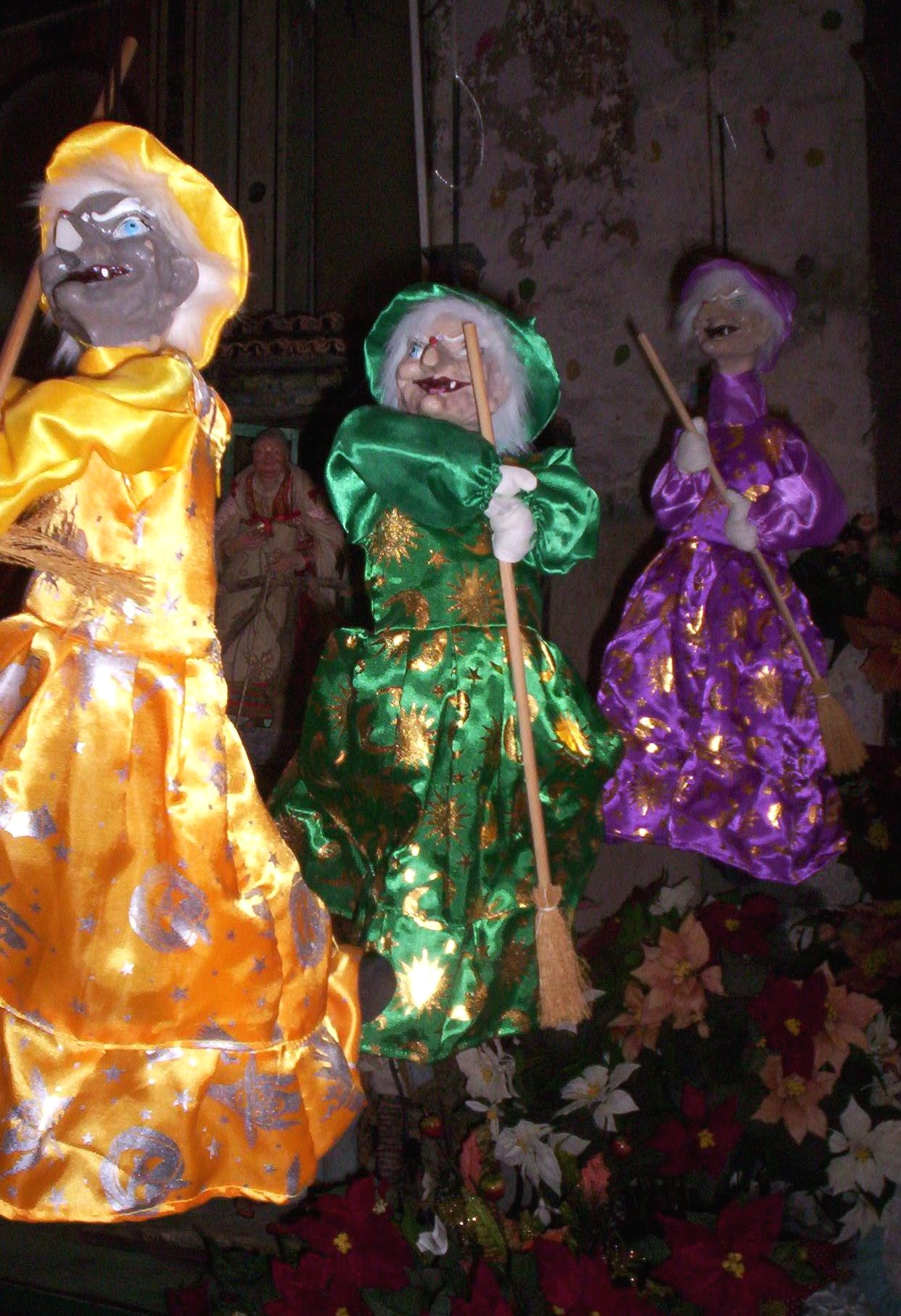
Befana, Italië
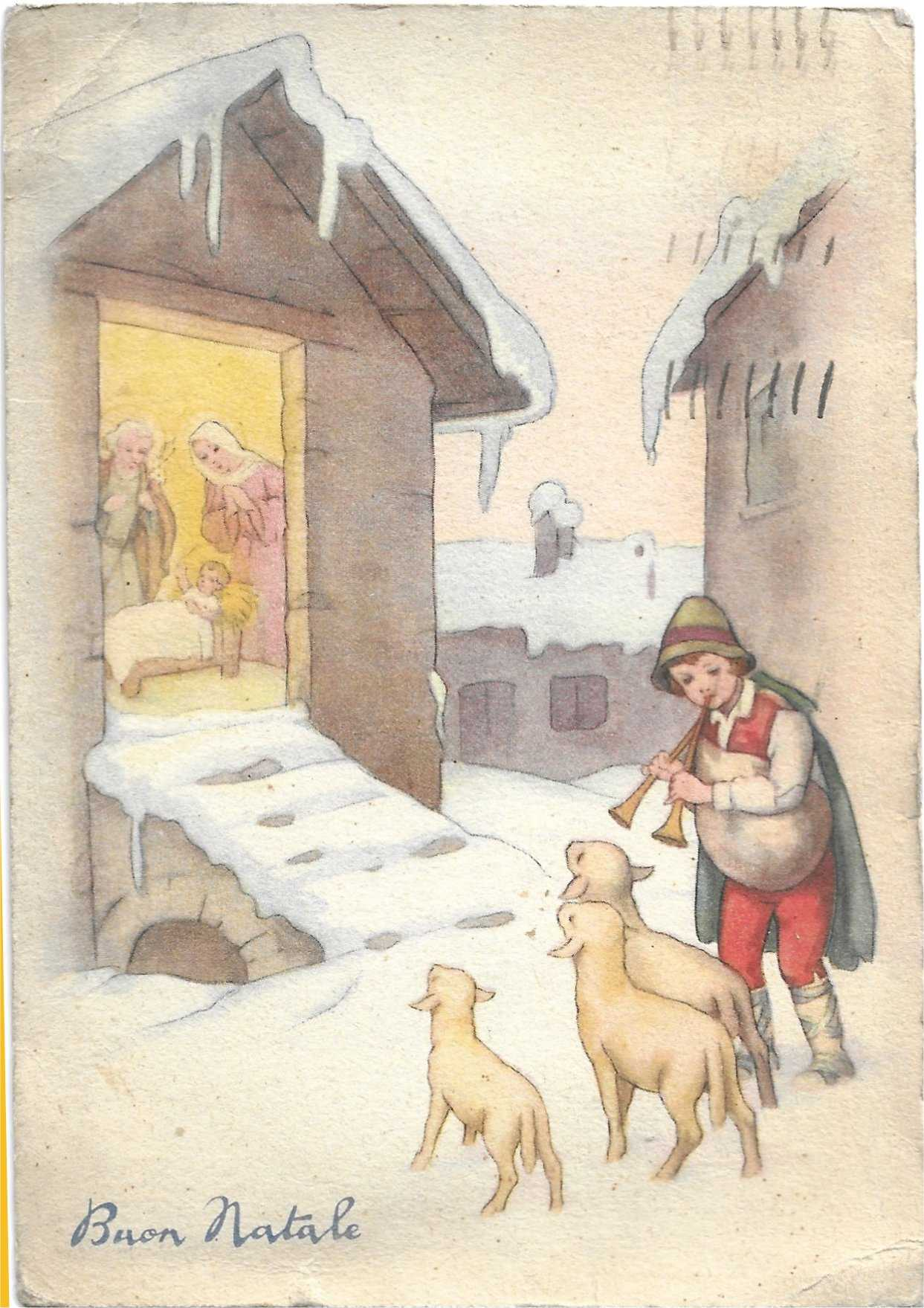
Kerstkaart uit 1942
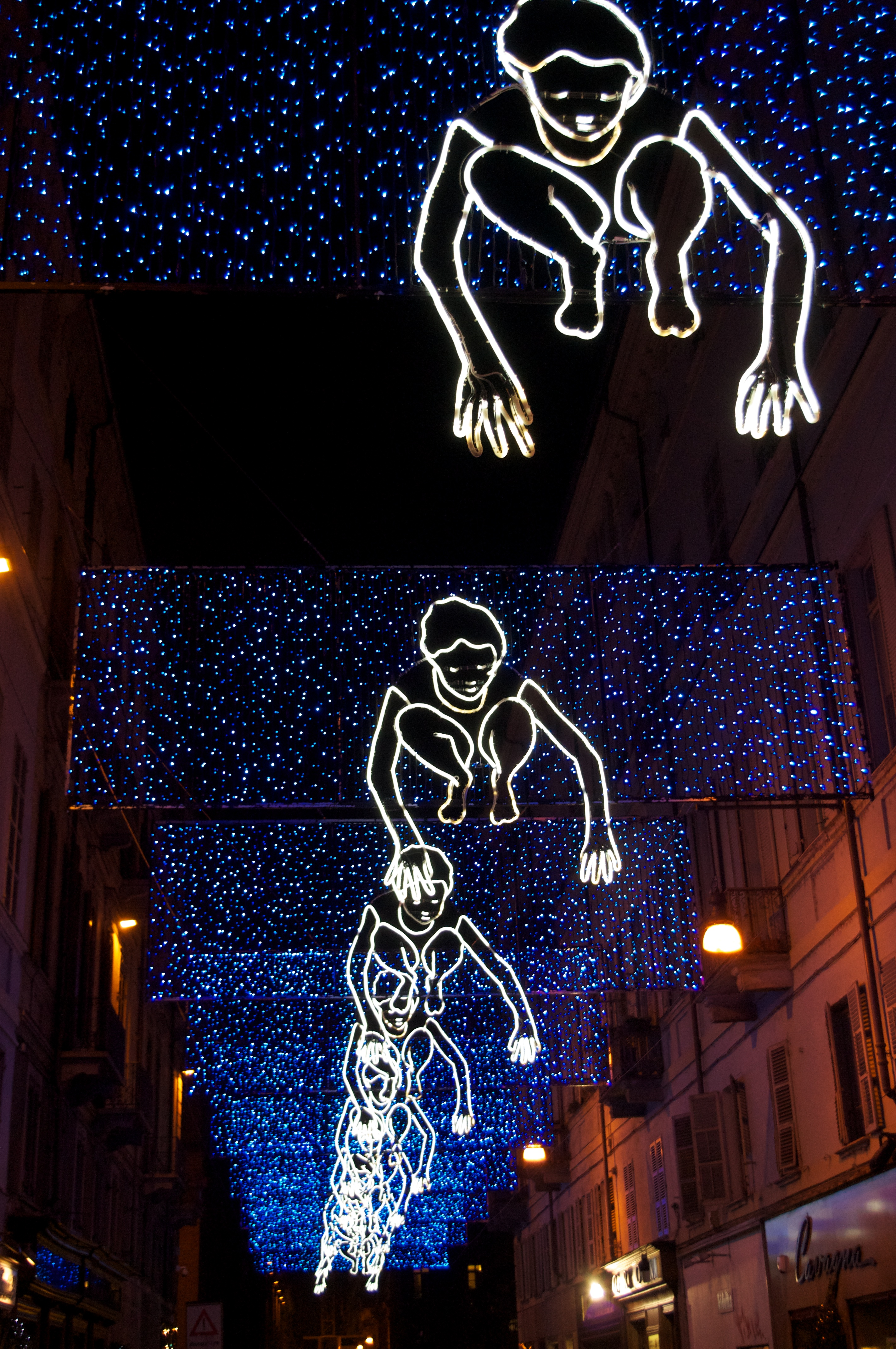
Kerstverlichting in Turijn
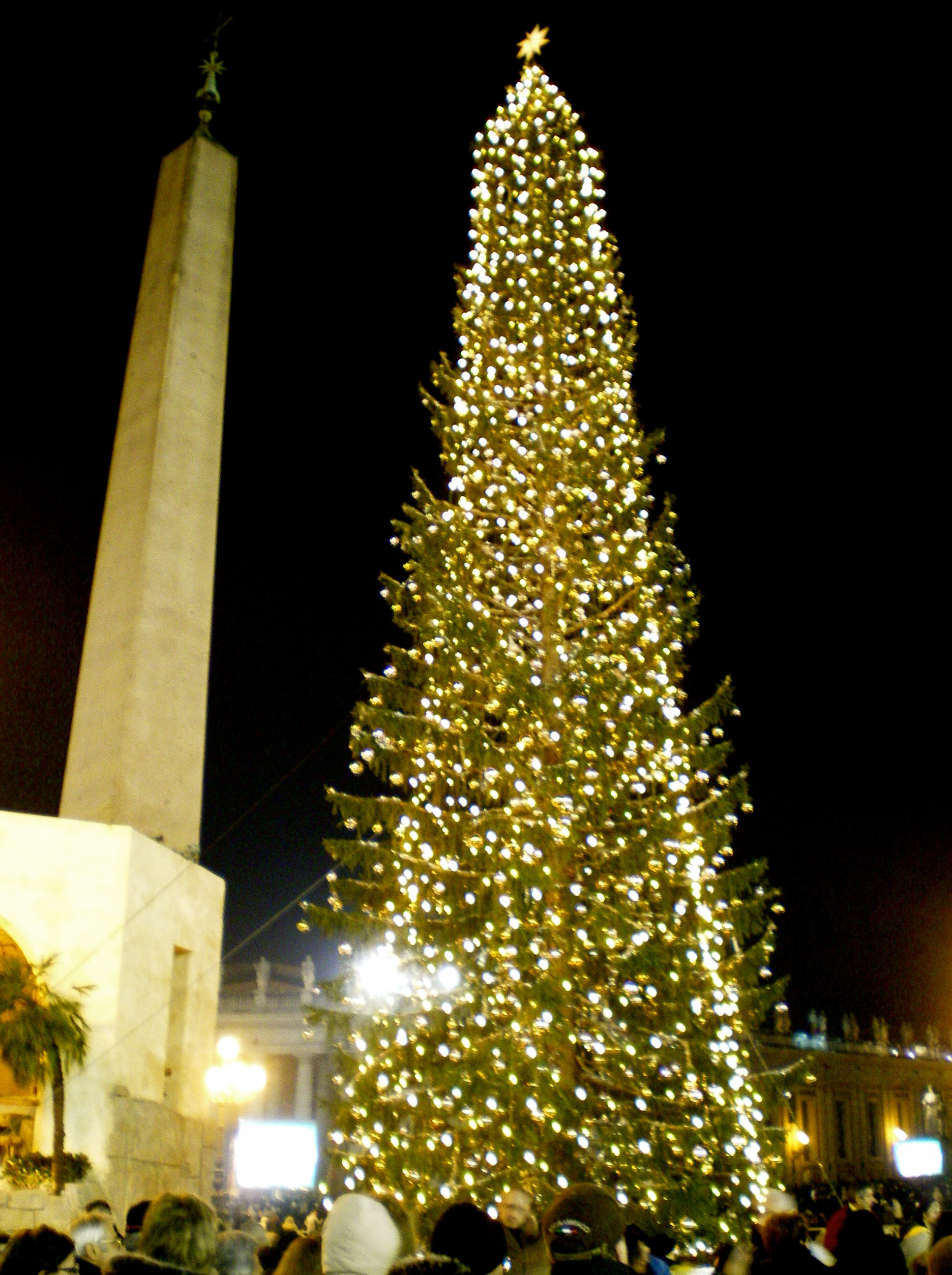
Kerstboom bij het Vaticaan
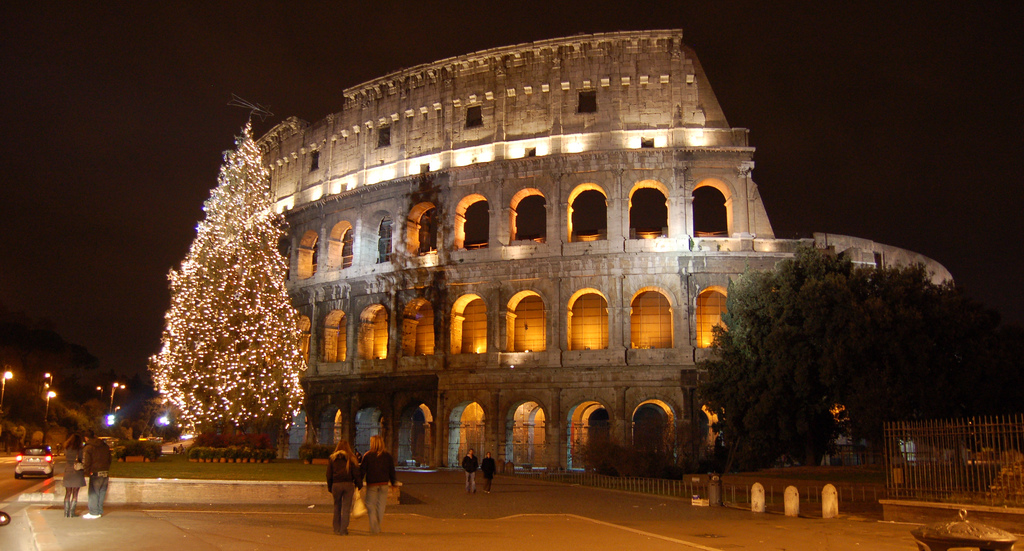
Kerstboom bij het Colosseum
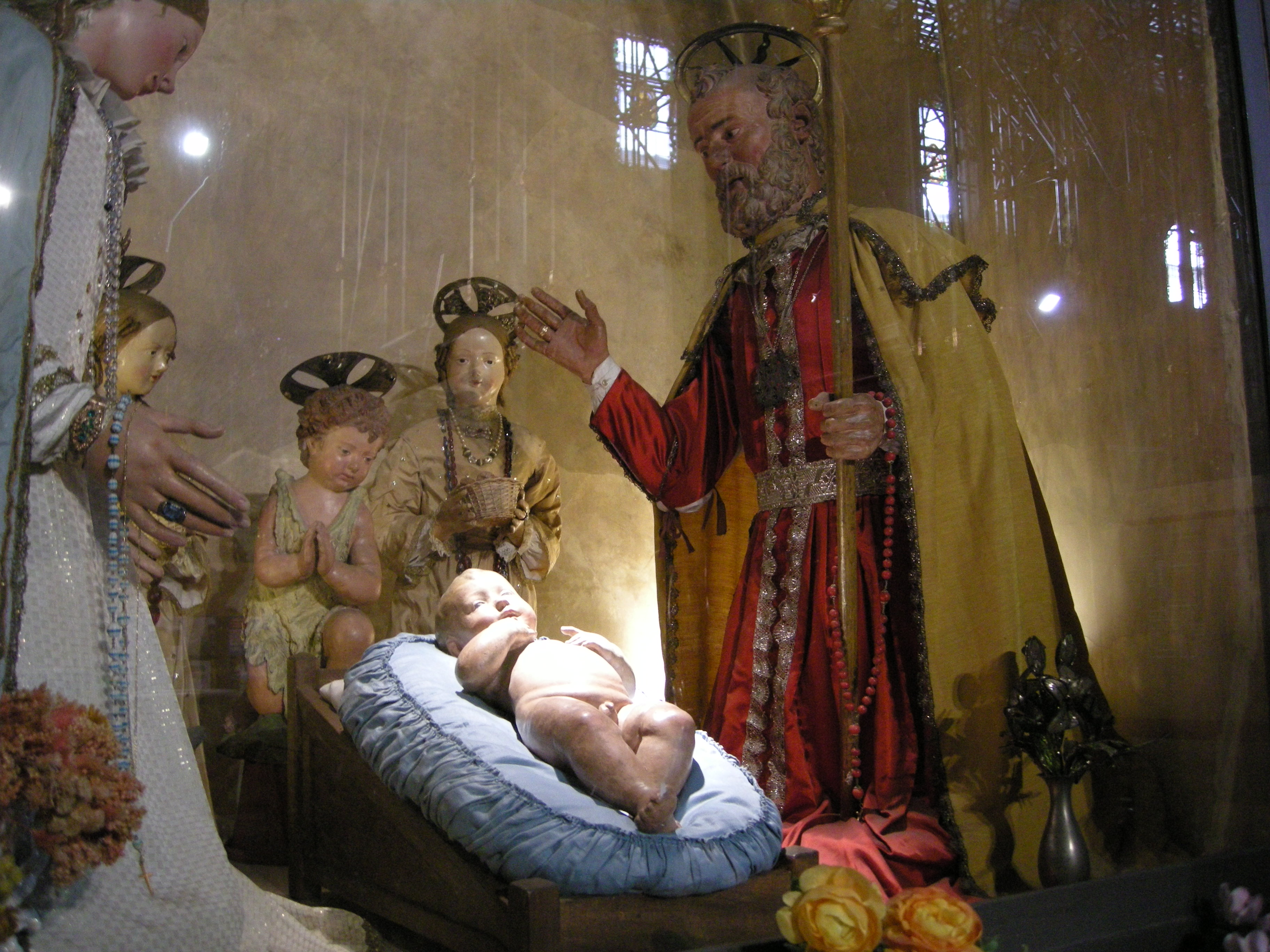
Kerststal in San Marco (Florence)
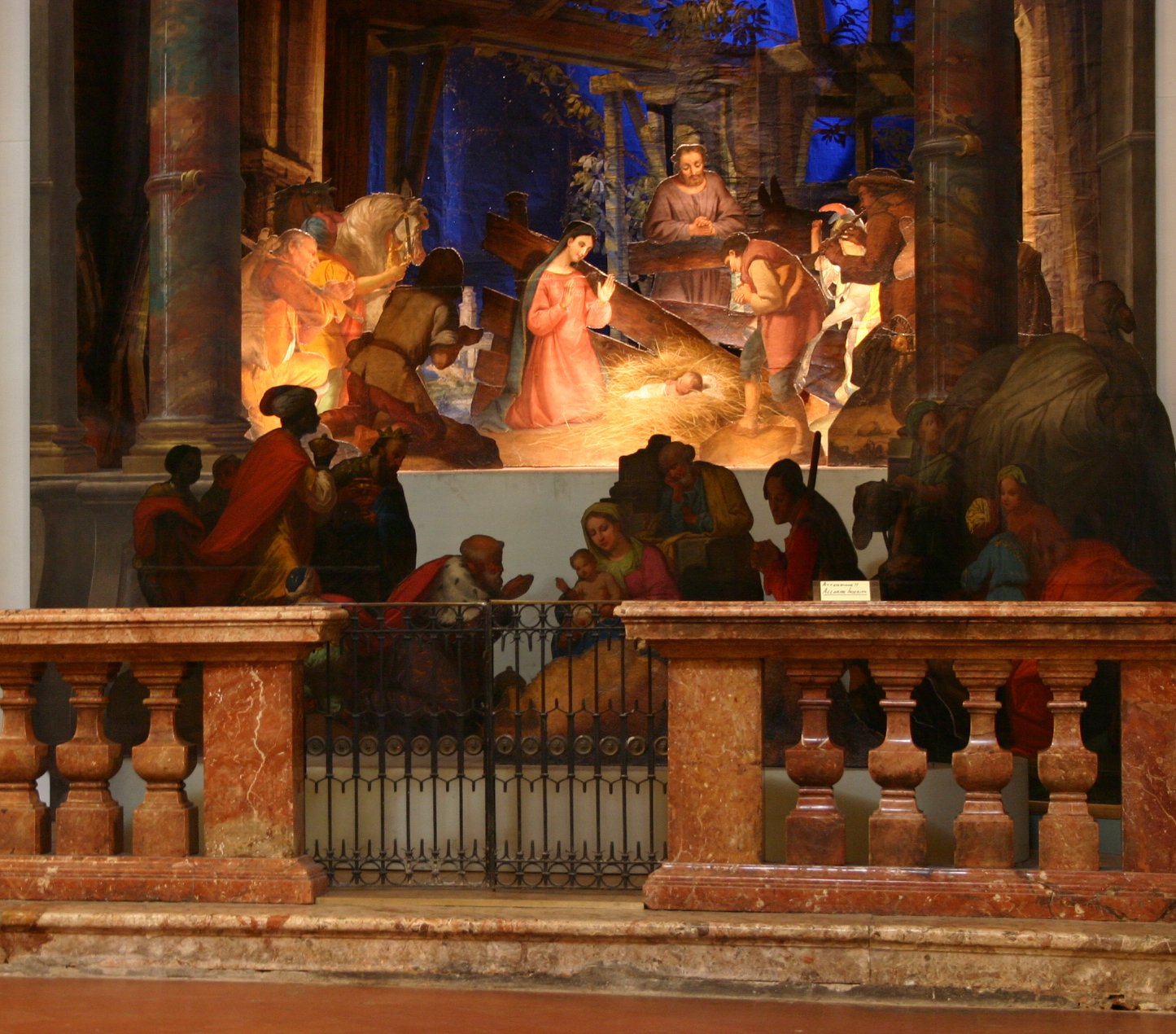
Detail van de kerststal, geschilderd op vellen papier die op houten panelen zijn gelijmd. Deze kerststal is gemaakt door Francesco Londonio rond 1750. Het is te zien in de Cappella del Presepe in de San Marco-kerk in Milaan.
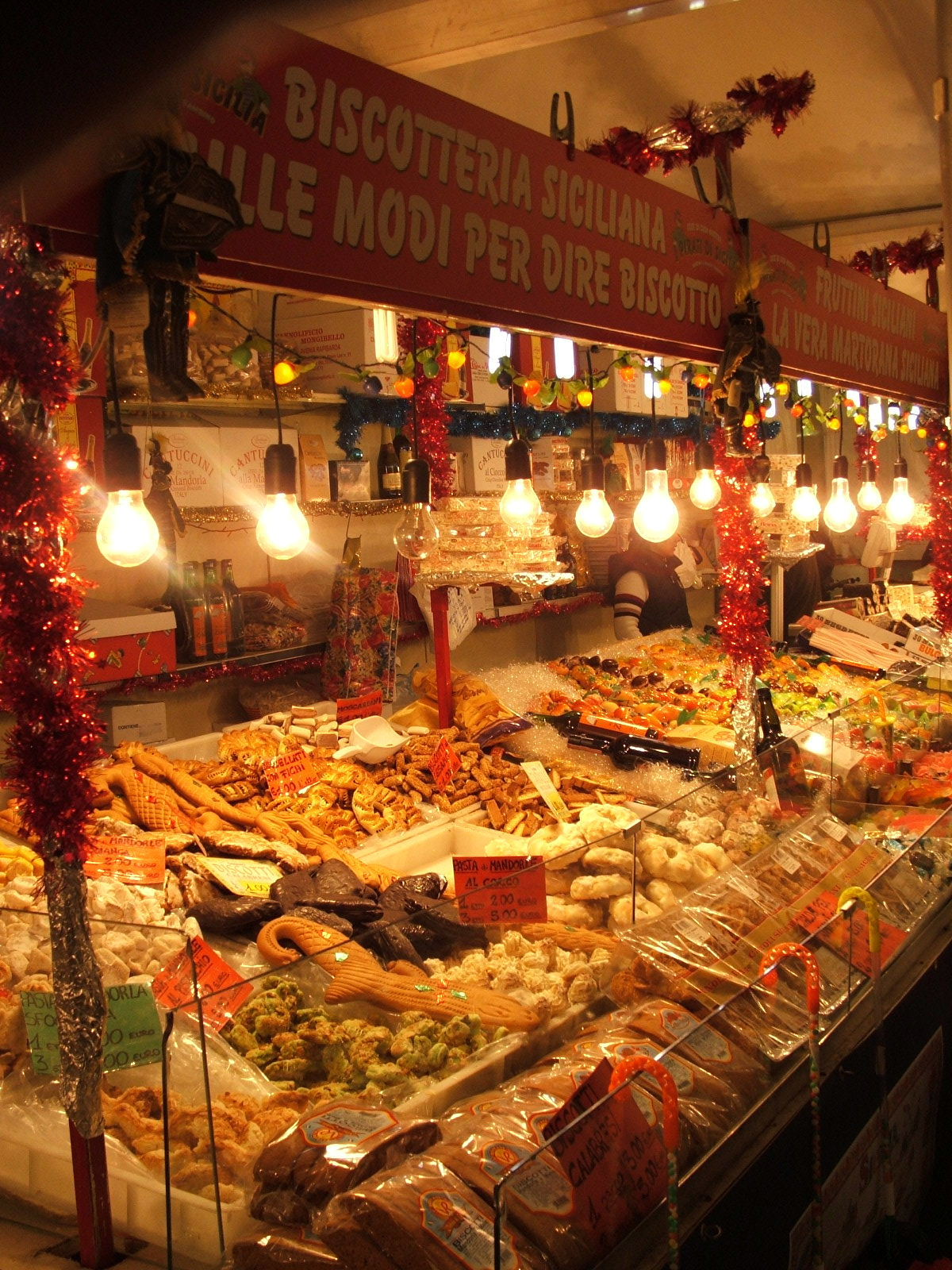
Genua-kerstsnoepjes
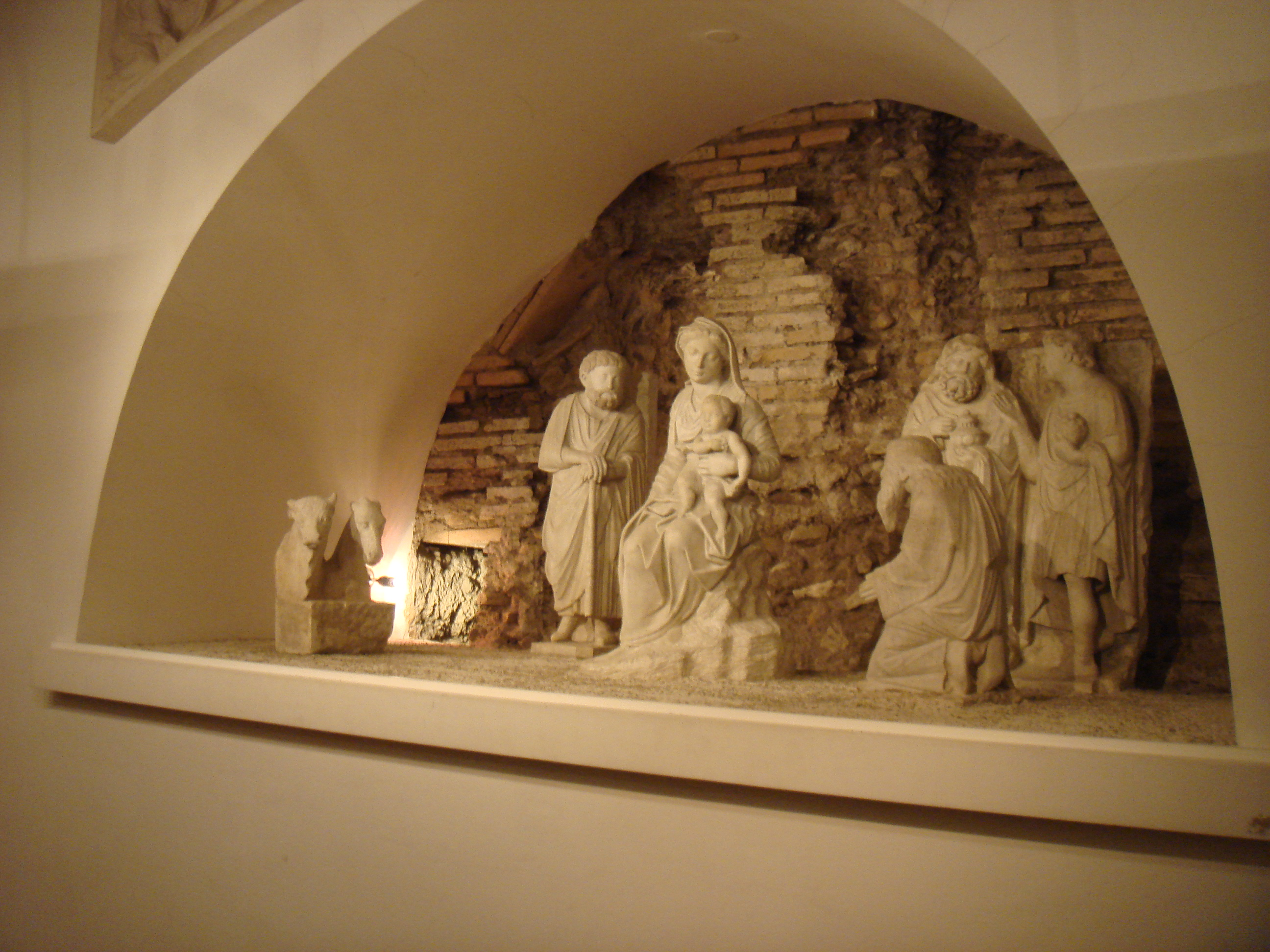
Kerststal gemaakt door Arnolfo di Cambio in de Basiliek van Santa Maria Maggiore (Rome)
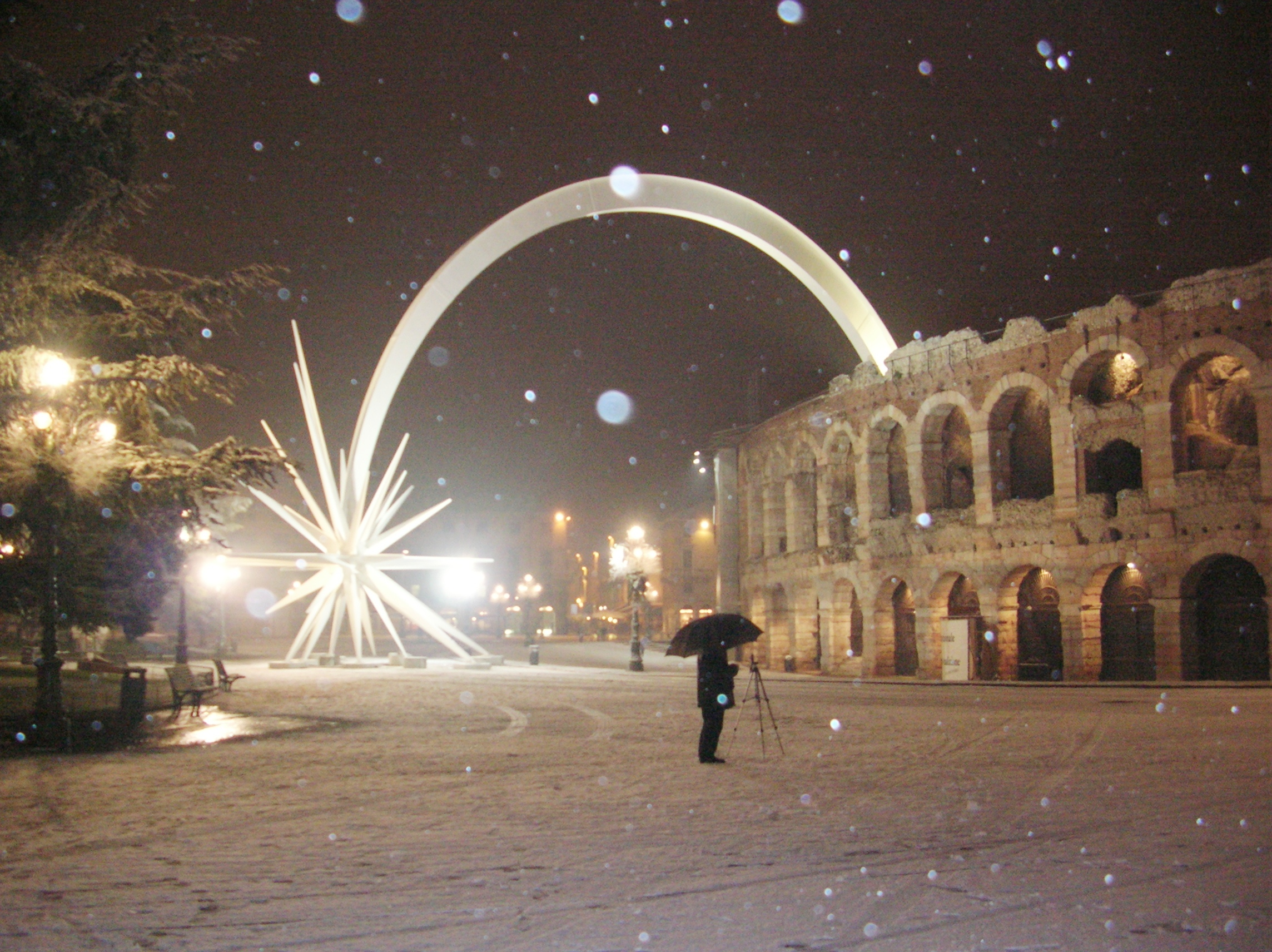
Sneeuw in Verona, een kerstster als versiering
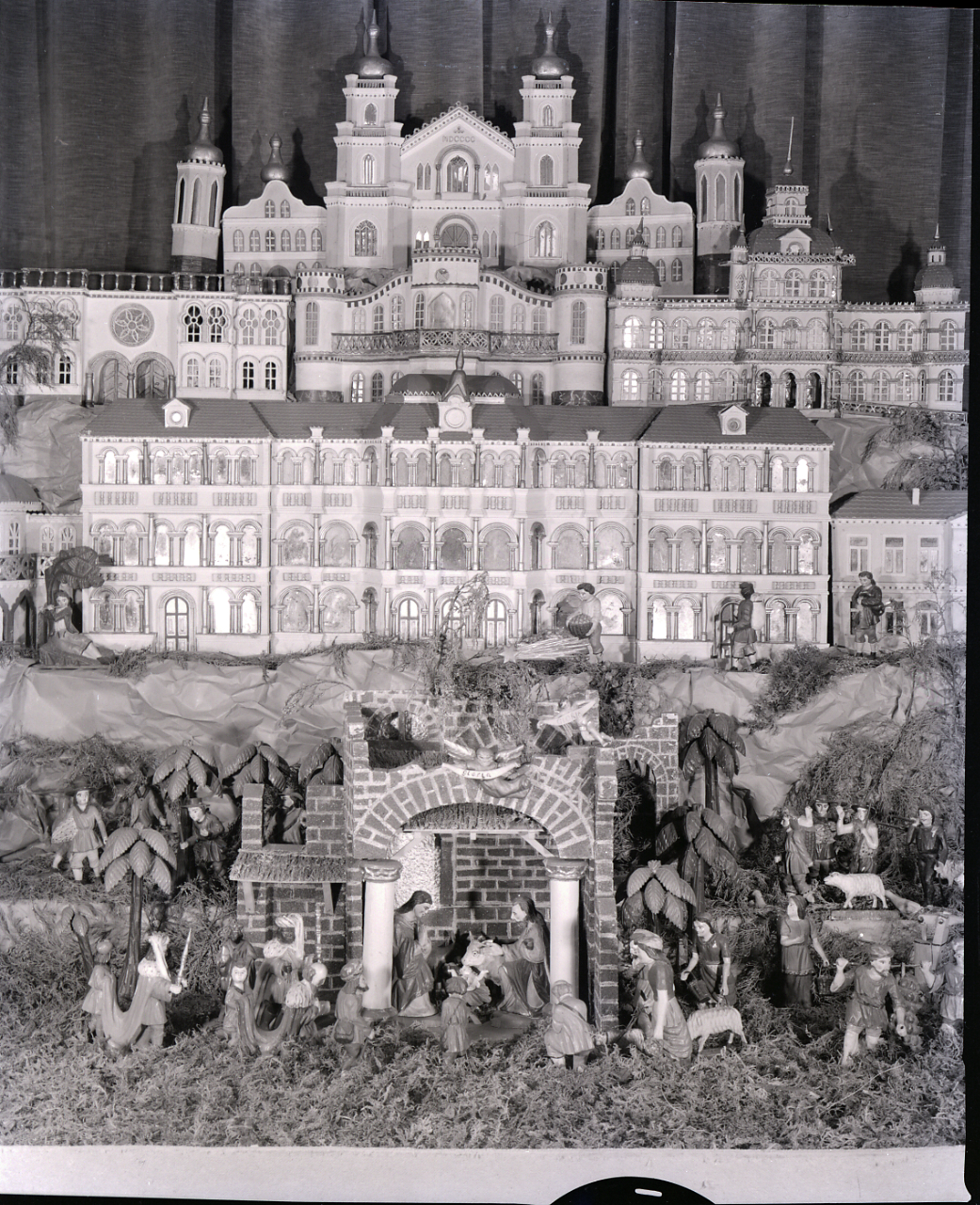
Internationale tentoonstelling van kerststallen en kersttradities, Milaan, Angelicum, Piazza Sant'Angelo, 1956
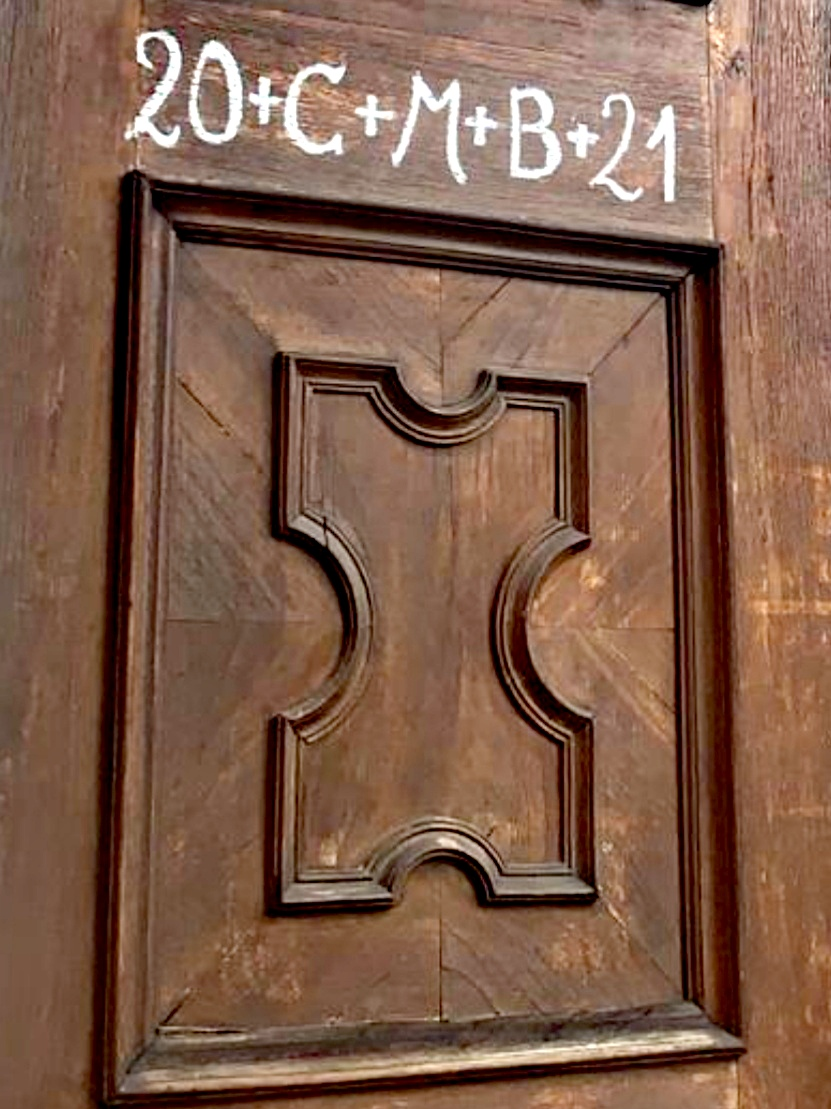
Inscriptie bij de deur nadat het huis is gezegnd bij het bezoek van de Sterrenzangers
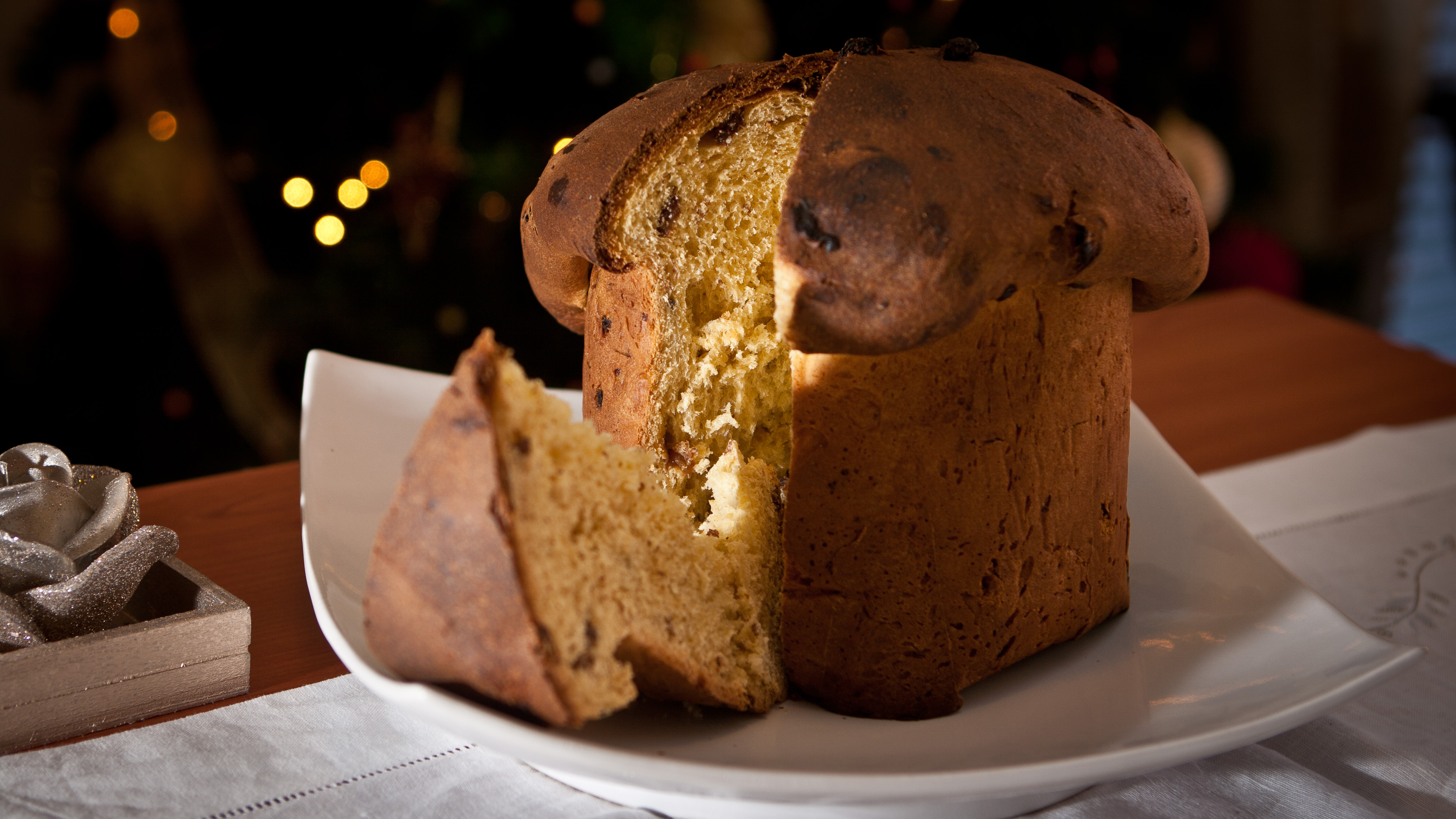
Panettone
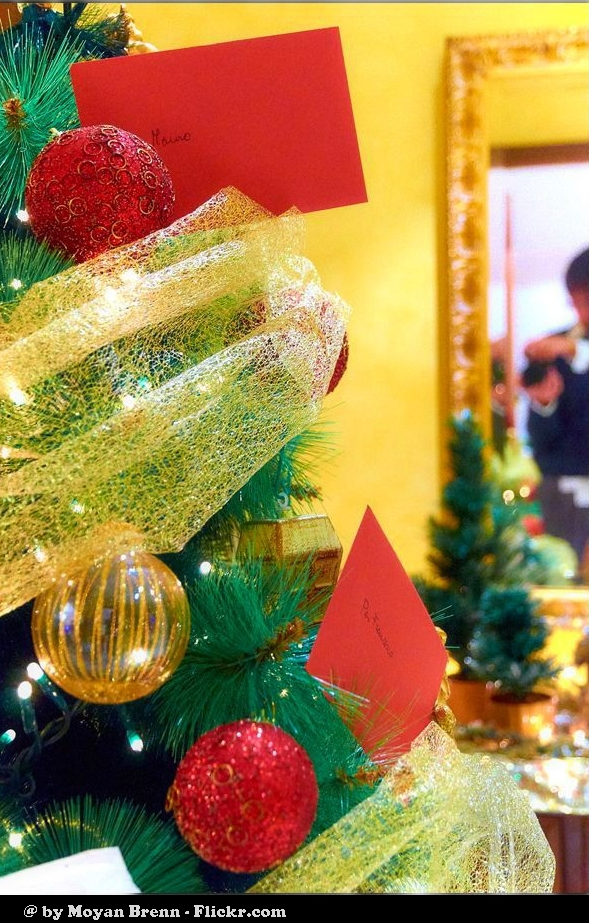
Kerstwensen worden in de kerstboom opgehangen

## Jamaica

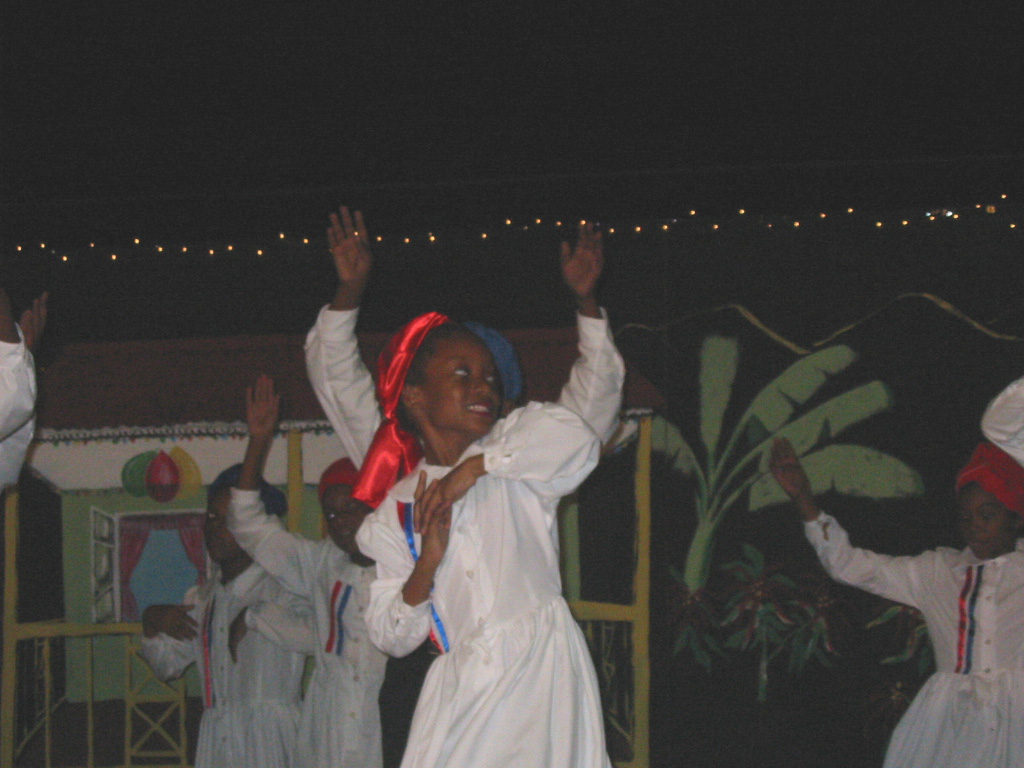
Jamaica Christmas Pageant, 2004

## Japan

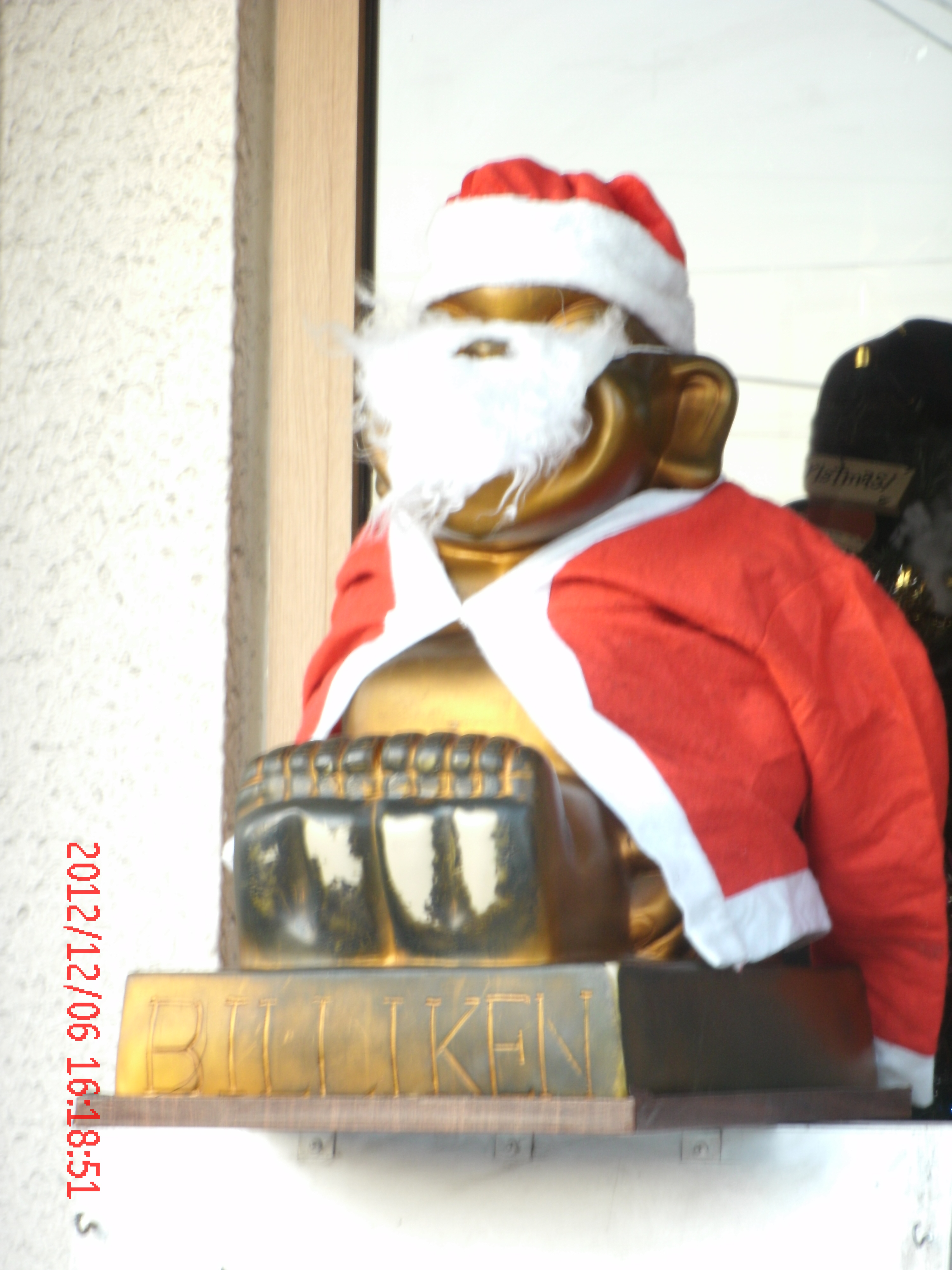
Een Billiken, een geluksfiguur die in 1908 in de Verenigde Staten werd uitgevonden en zich verspreidde zich naar Alaska en Japan, versierd als kerstman

Chanmerry is een koolzuurhoudende drank in champagnestijl met minder dan 1% alcoholgehalte. Het is een drankje dat uniek is voor Japan en een hoofdbestanddeel van kerstfeest in Japan. De oorsprong van het woord is ‘champagne’ en ‘merry’, wat vrolijk kerstfeest betekent

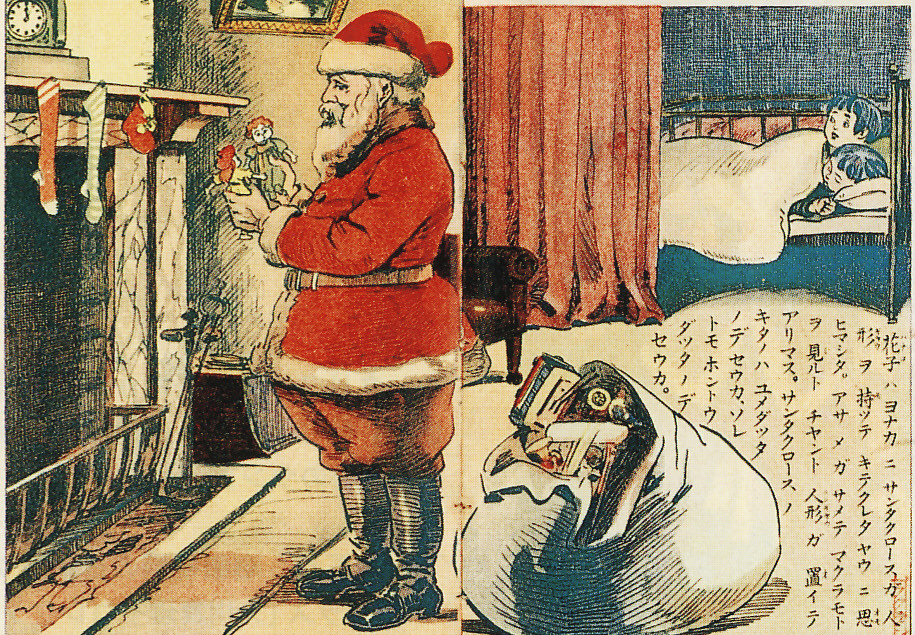
De Kerstman in Japan
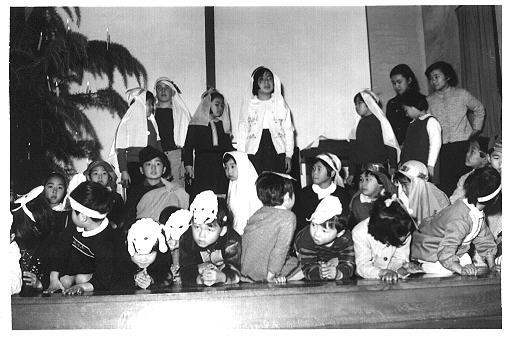
Herders met schapen, Tokio
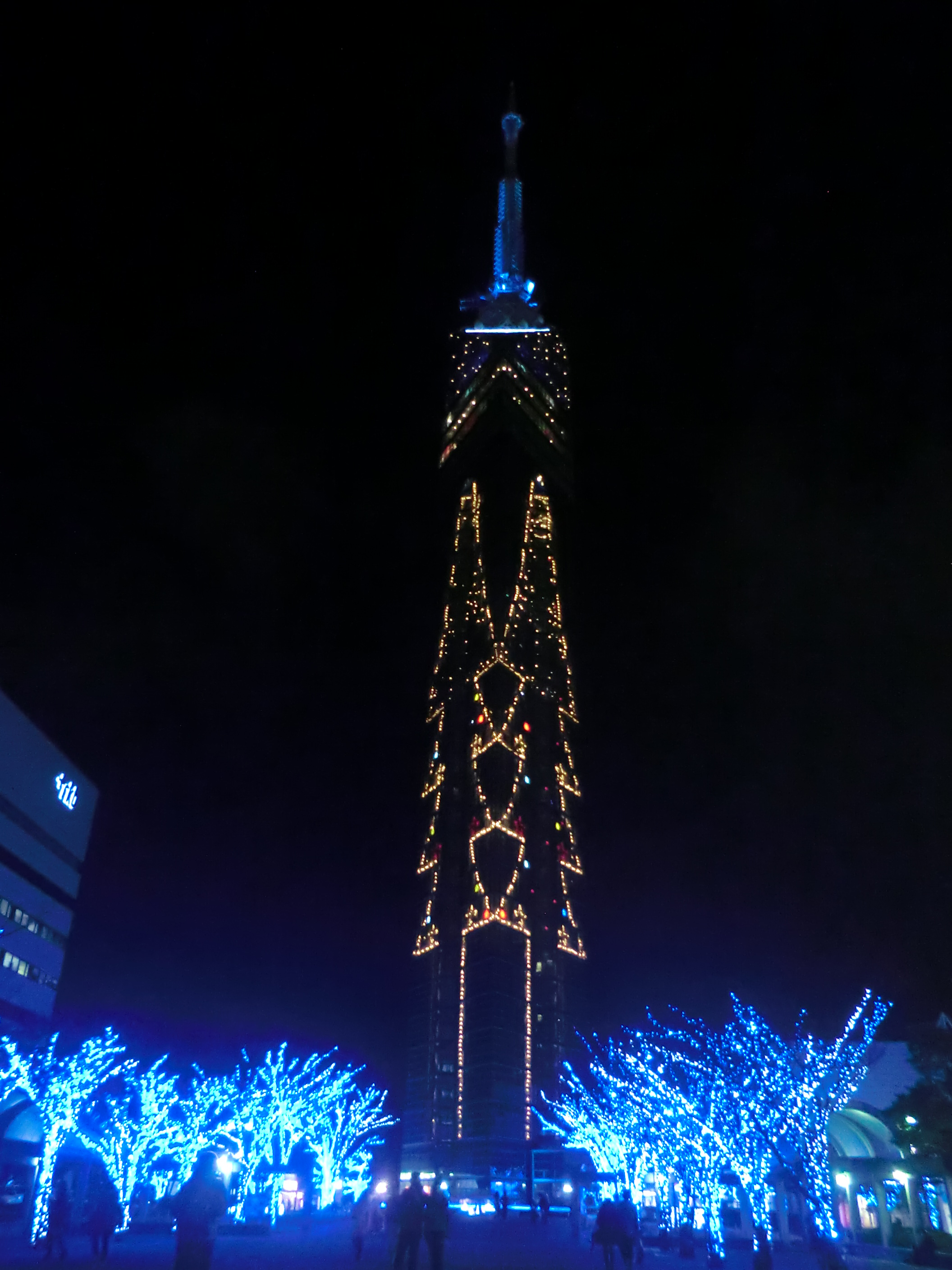
Kerstverlichting in Fukuoka
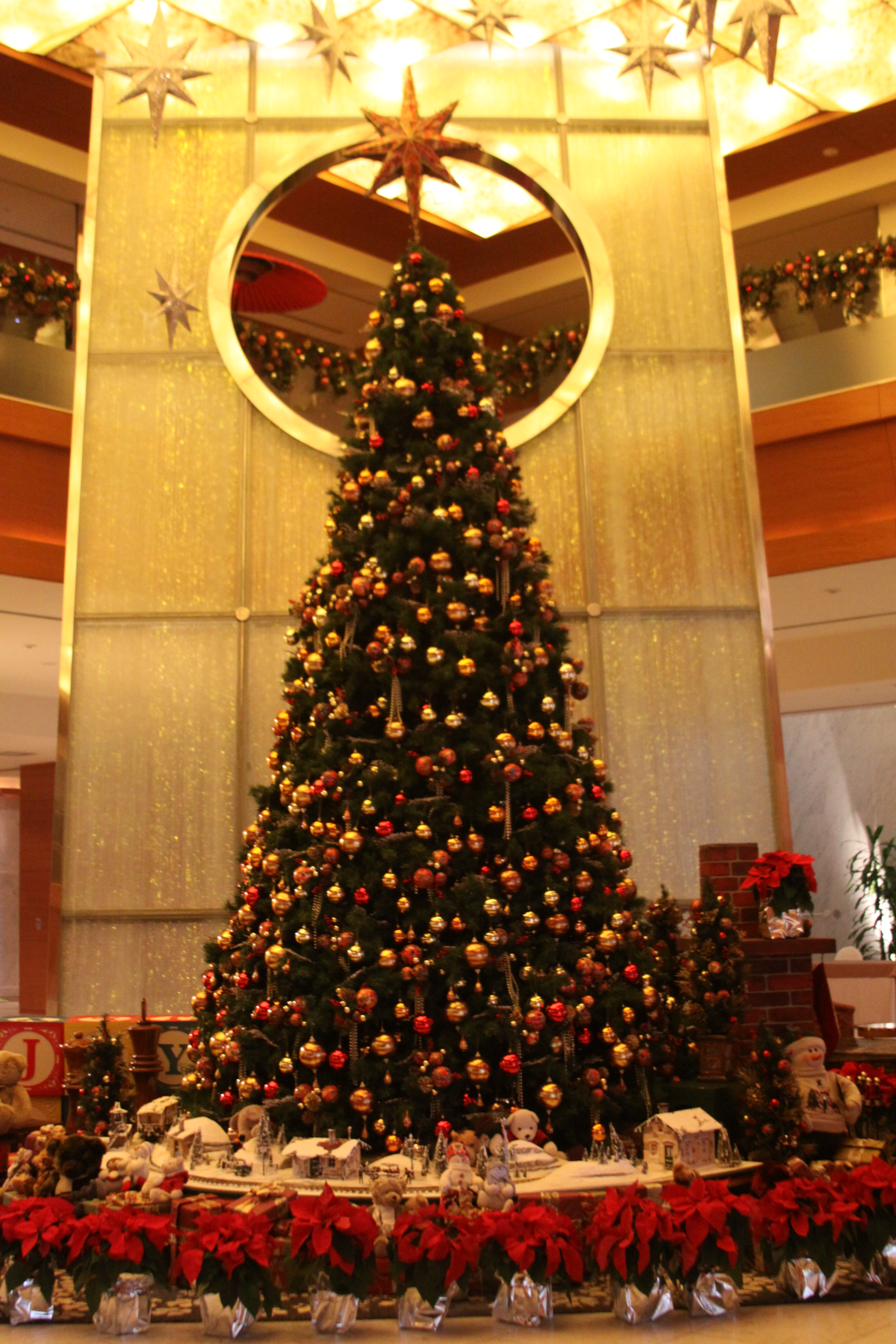
Kerstboom in Kyoto
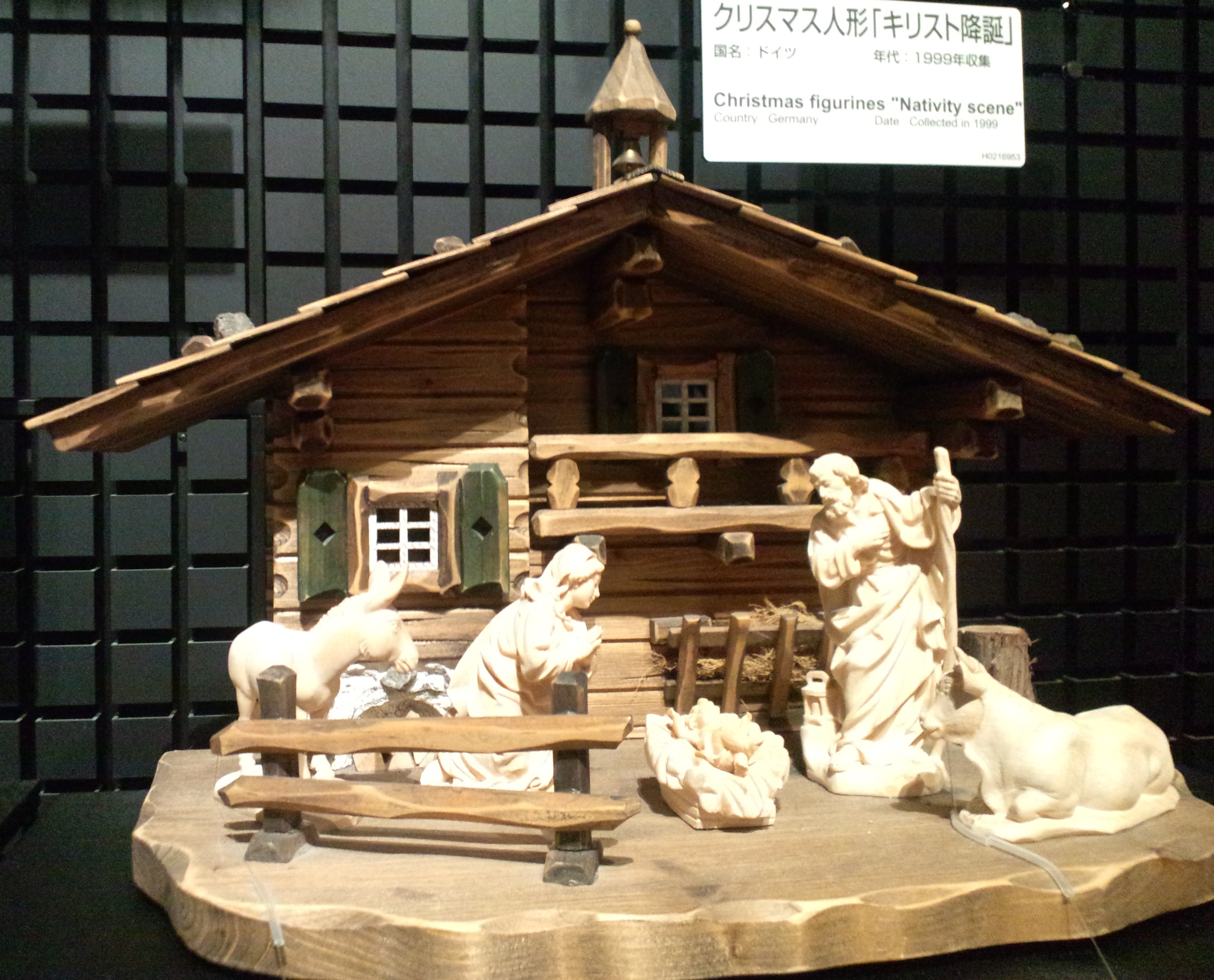
Kerststal uit Duitsland in een museum in Osaka
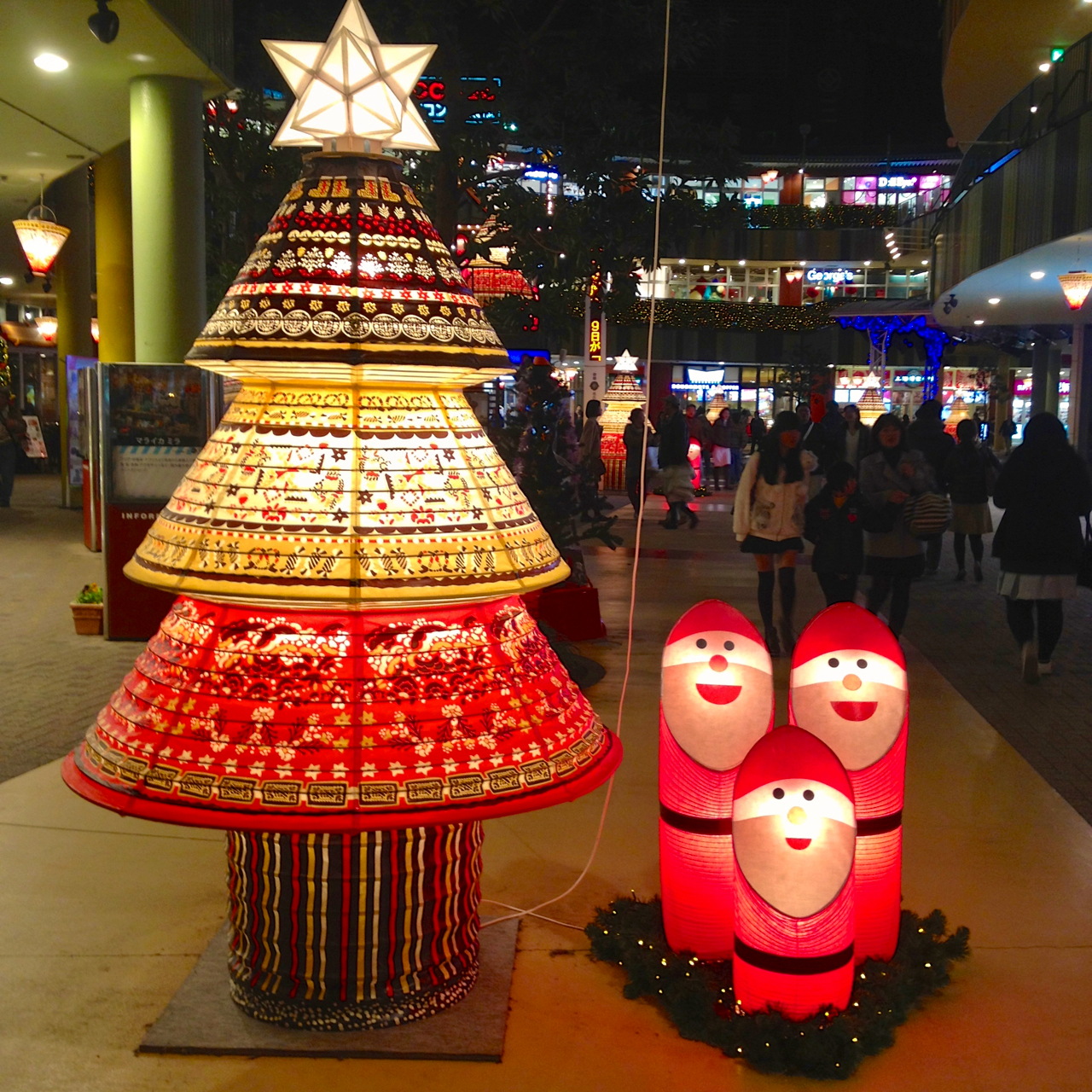
Kerstversiering in Nagoya
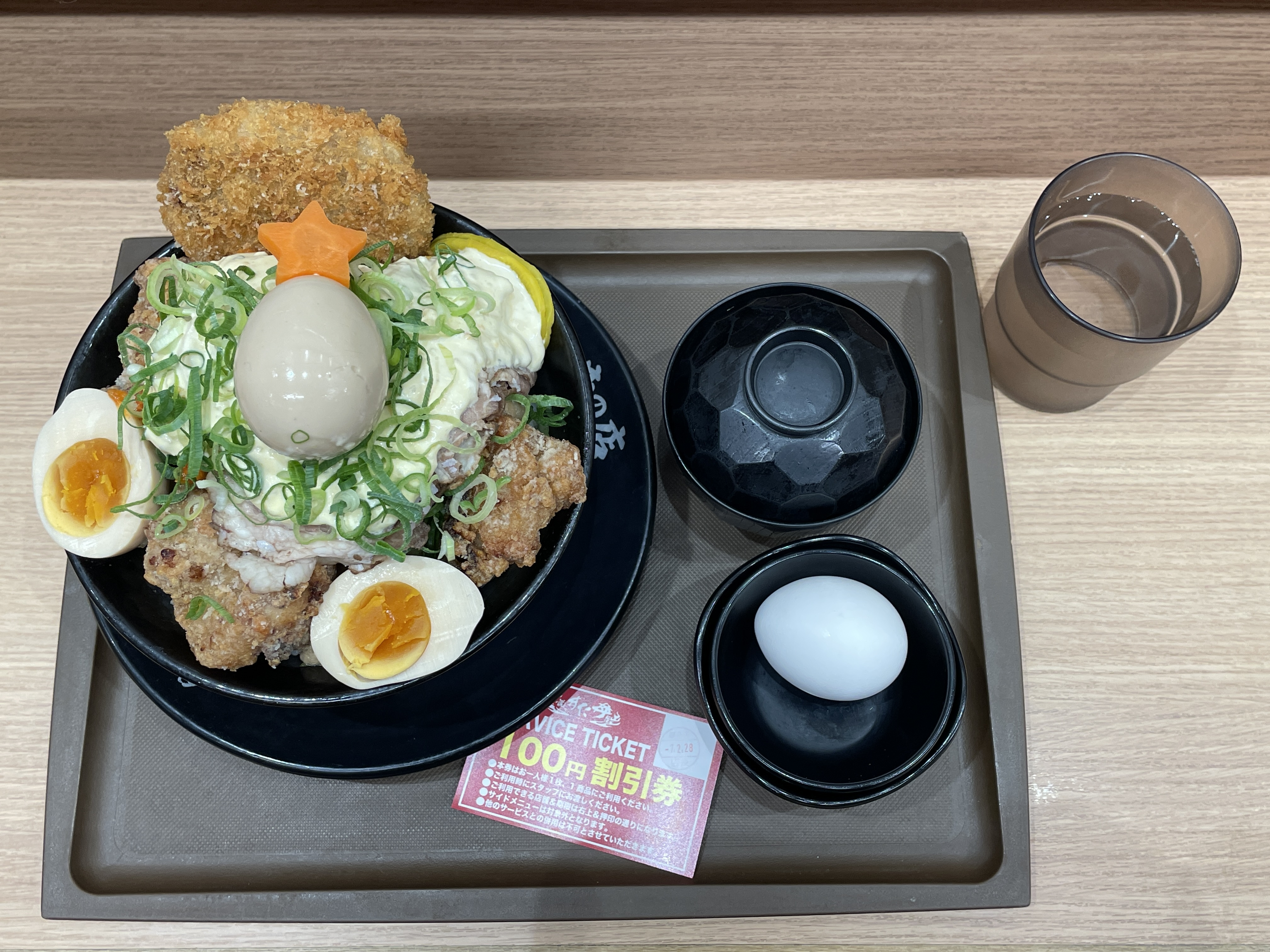
Kerstgerechten in Japan
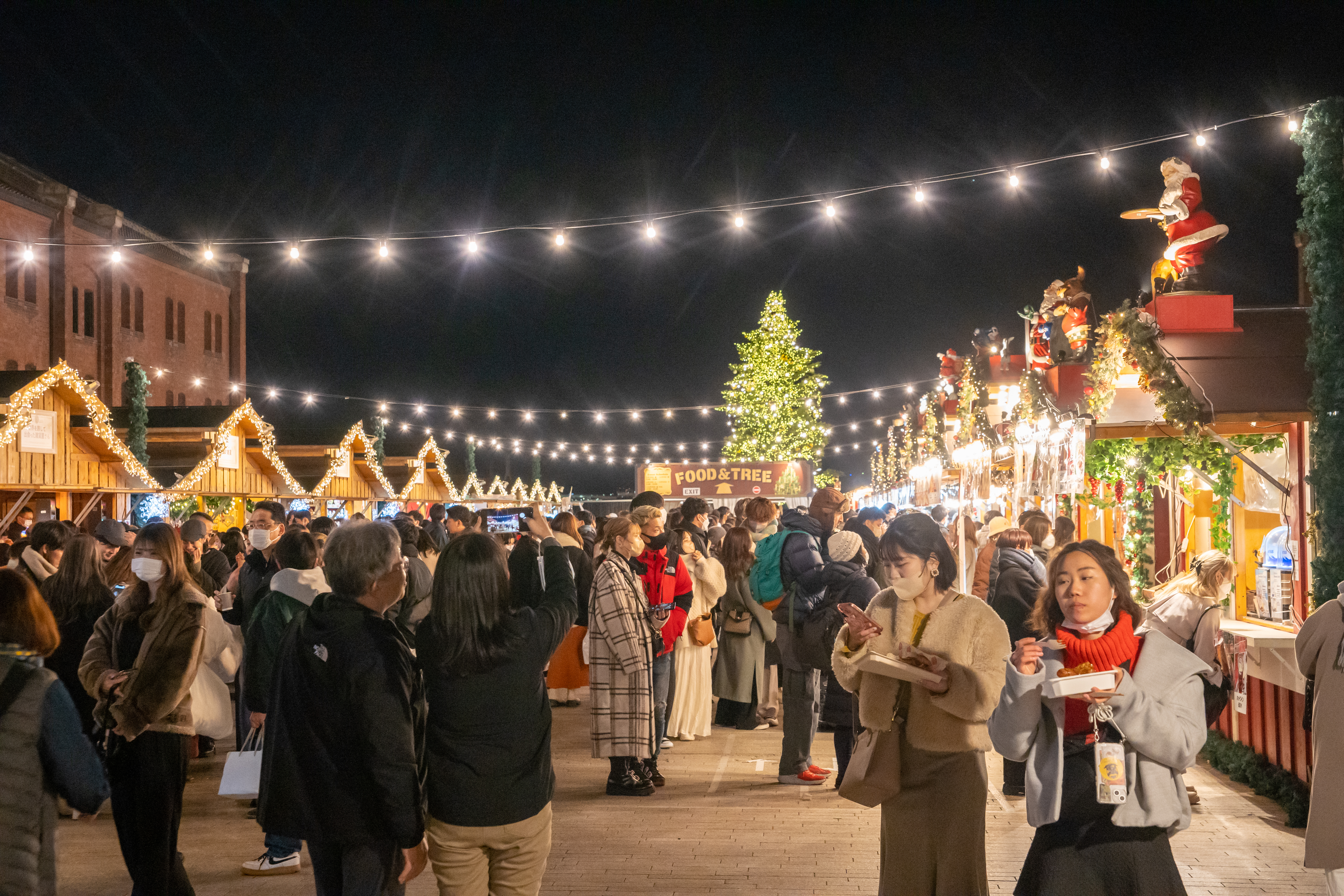
Kerstmarkt in Yokohama
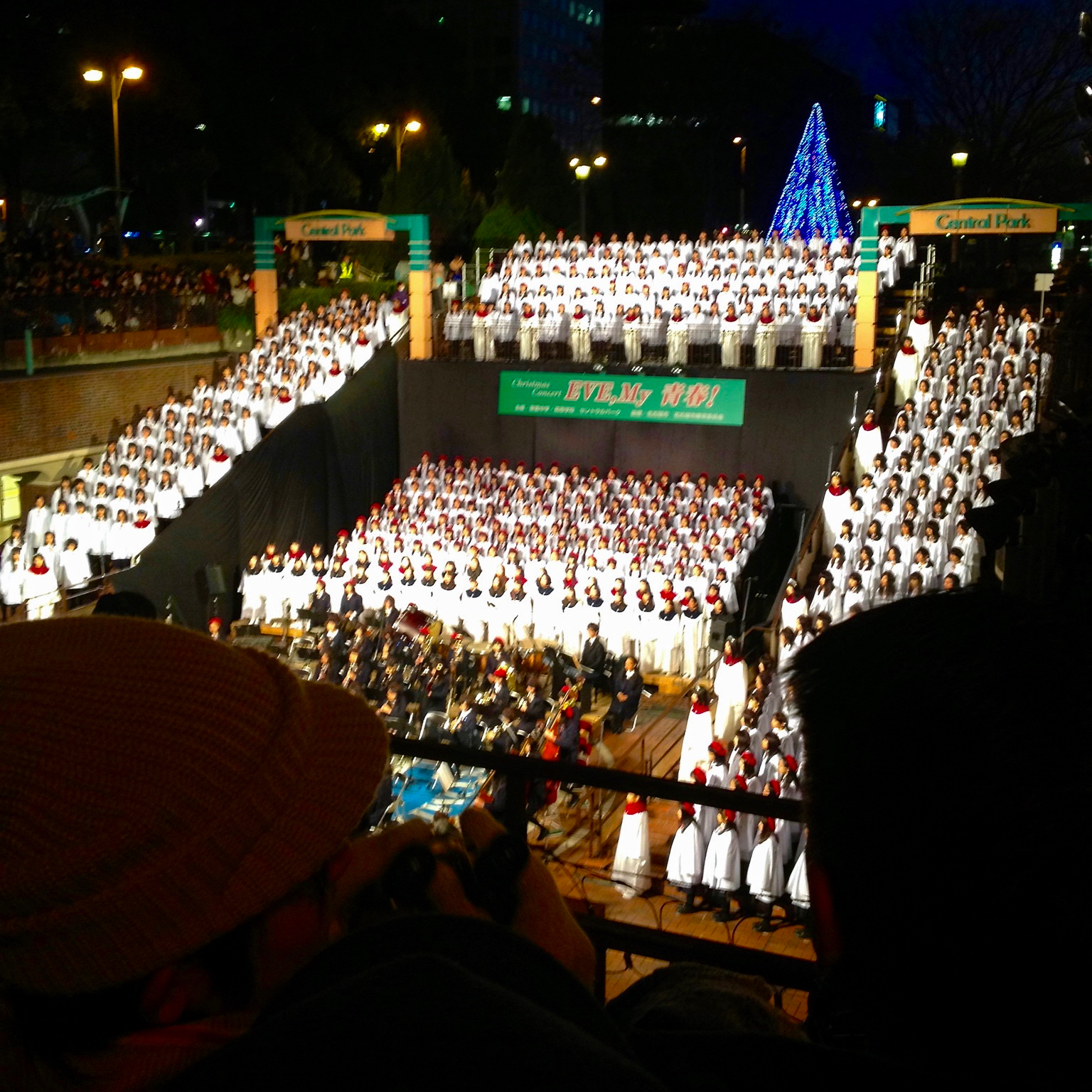
Het zingen van kerstliederen op een school, 24 december 2012
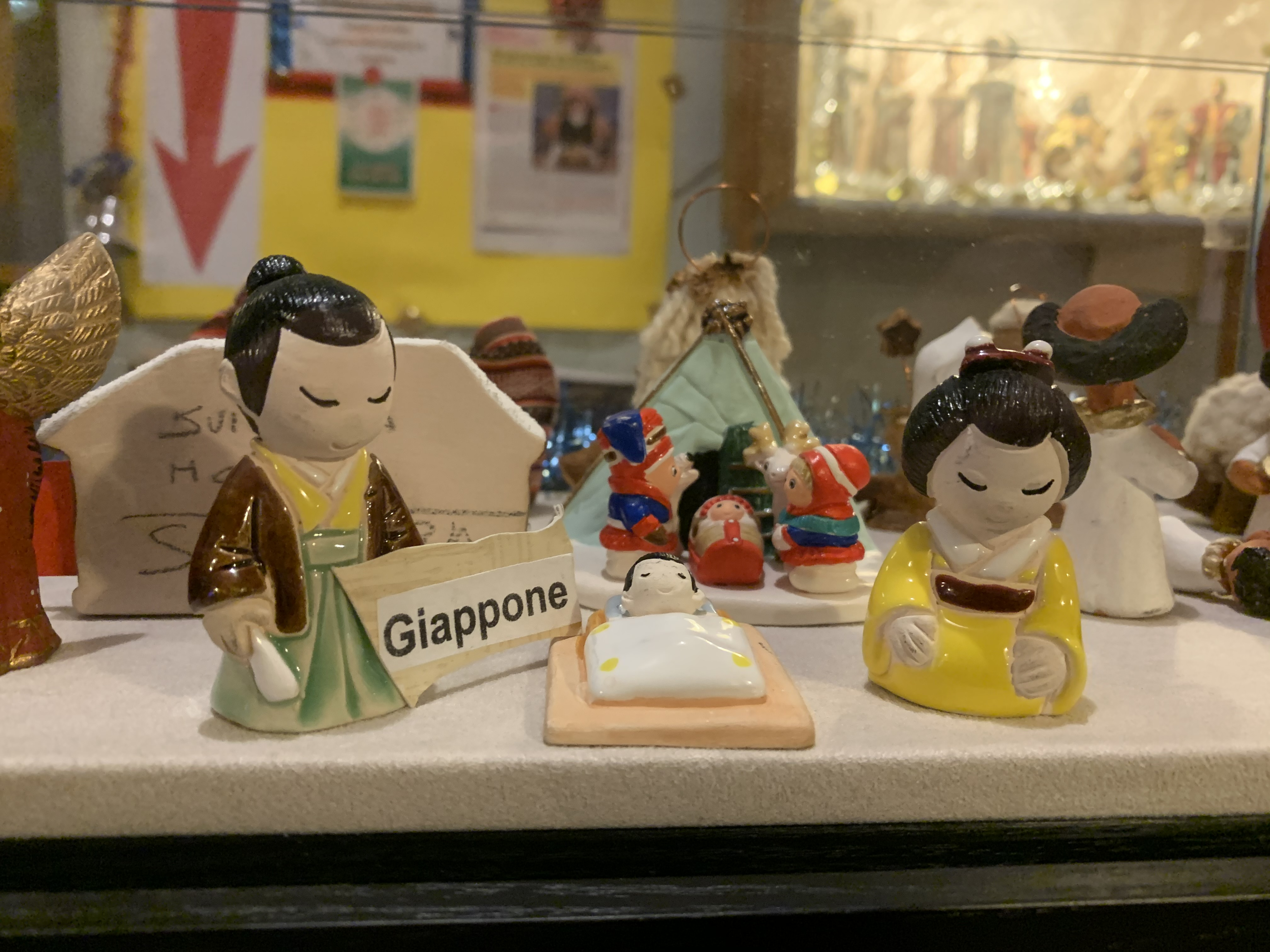
Kerststal
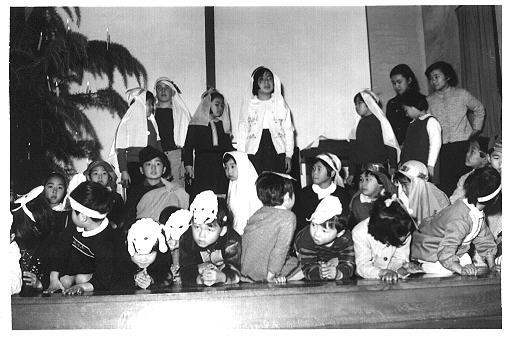
Kerstspel in Tokyo, 1967
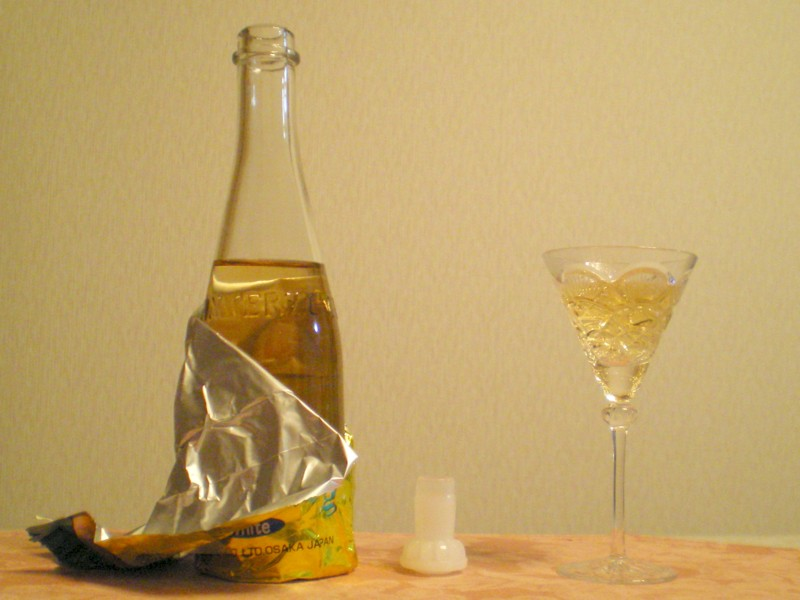
Chanmerry
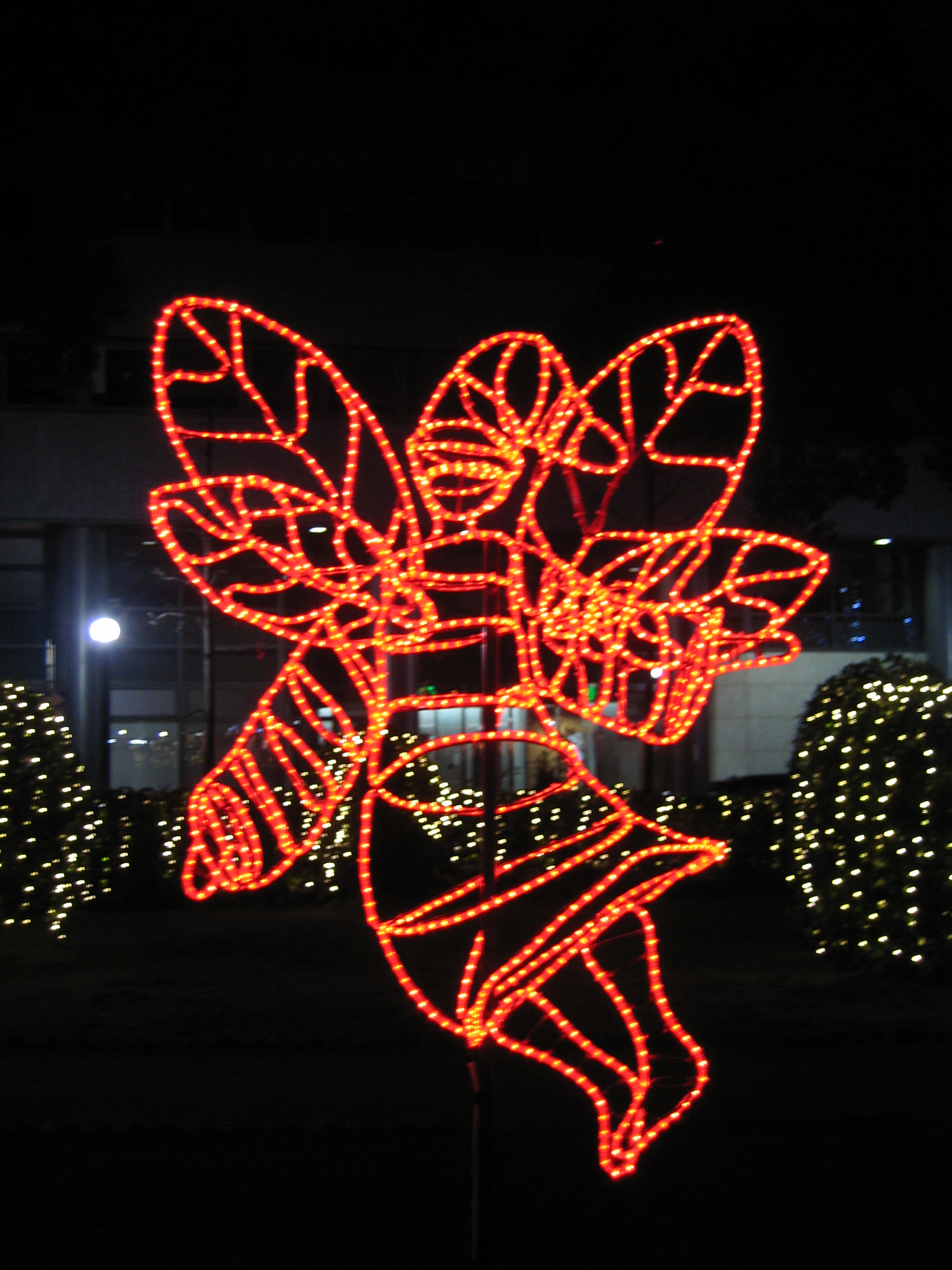
Kerstverlichting in de vorm van een elf in Hiroshima
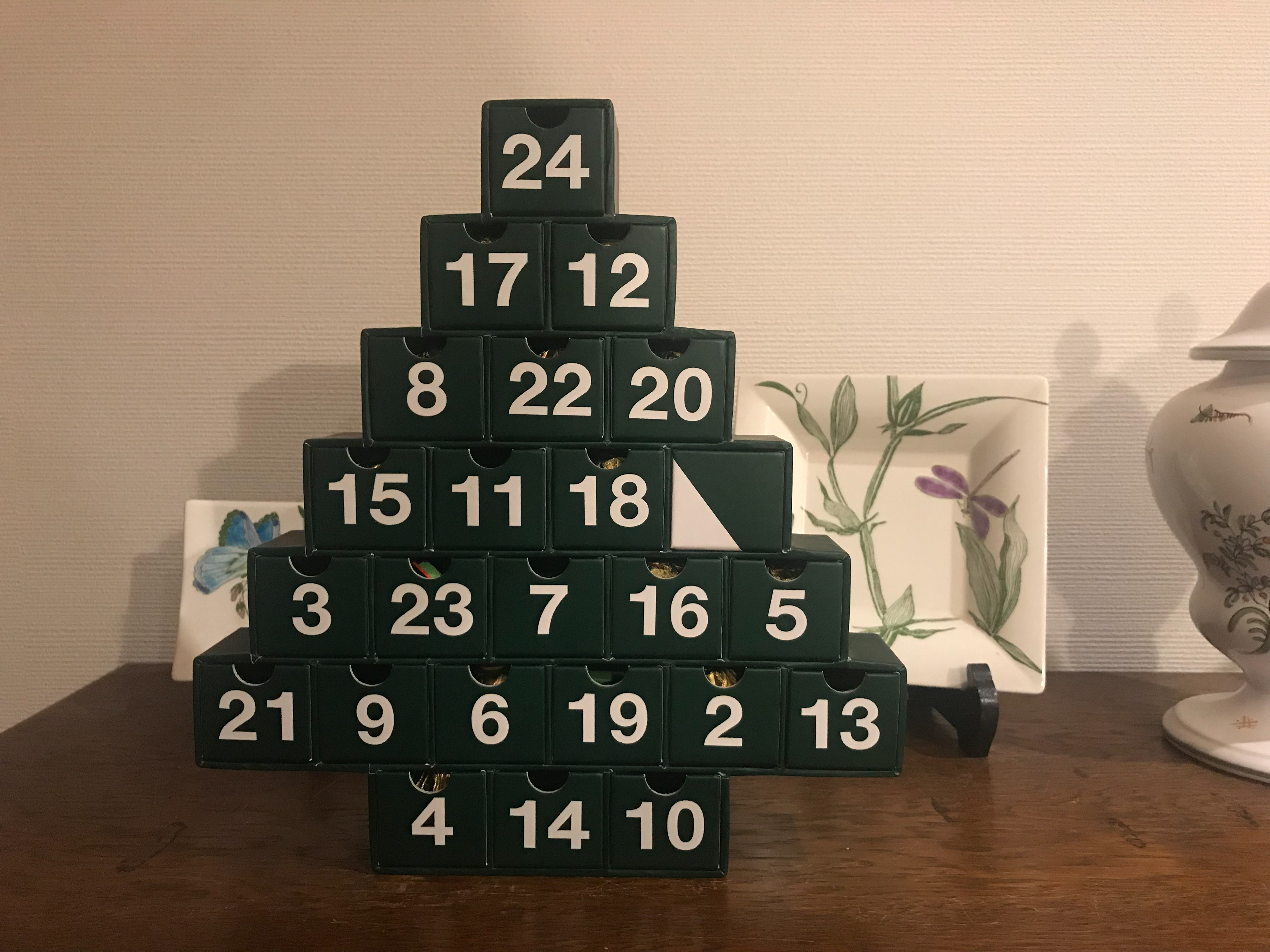
Kerstkalender in Japan

## Jordanië

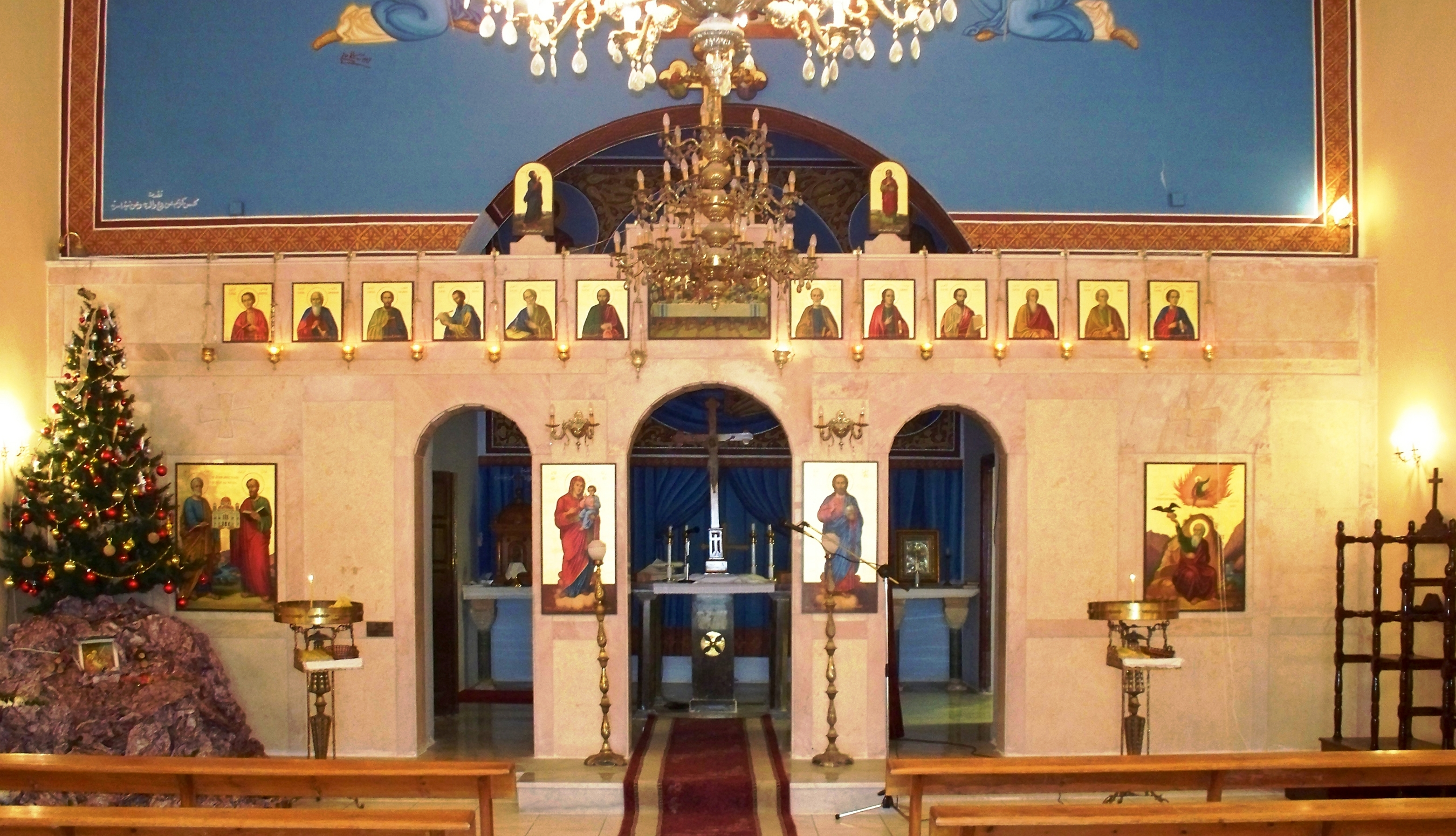
Kerstboom in de orthodoxe kerk in Amman

## Kameroen
Op eerste kerstdag voorzien de meeste gezinnen in Kameroen hun kinderen van de beste kleding die ze op de markt kunnen krijgen voor ze naar de kerk gaan.

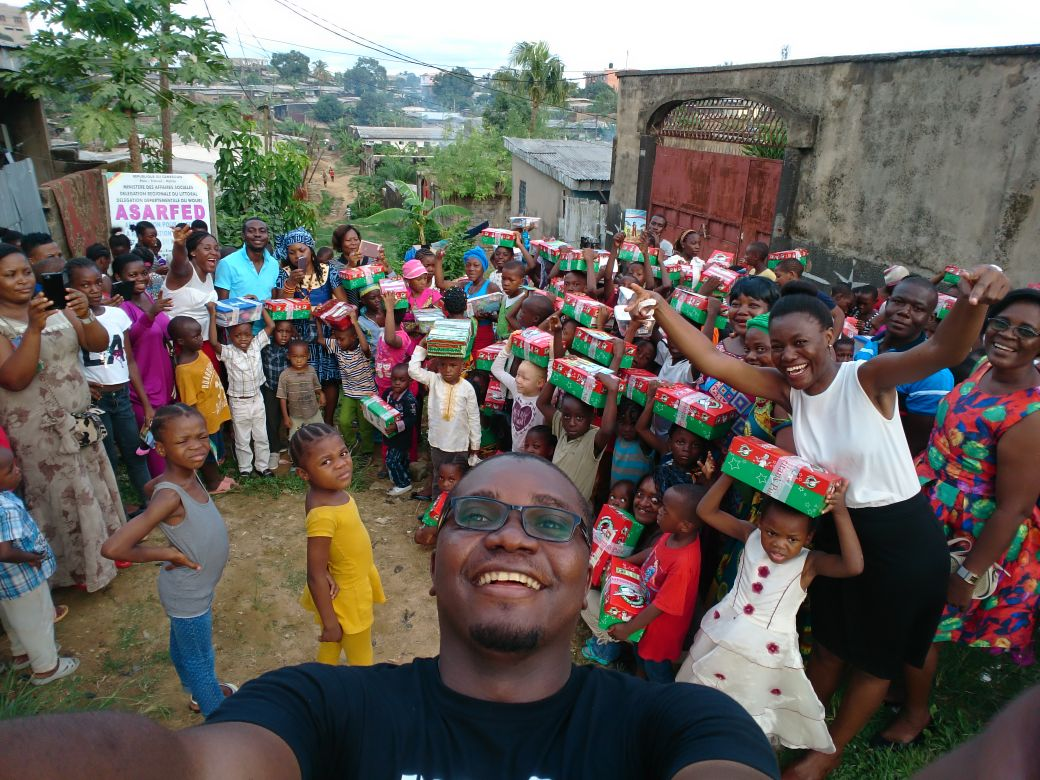
Mensen met kerstcadeaus in Kameroen
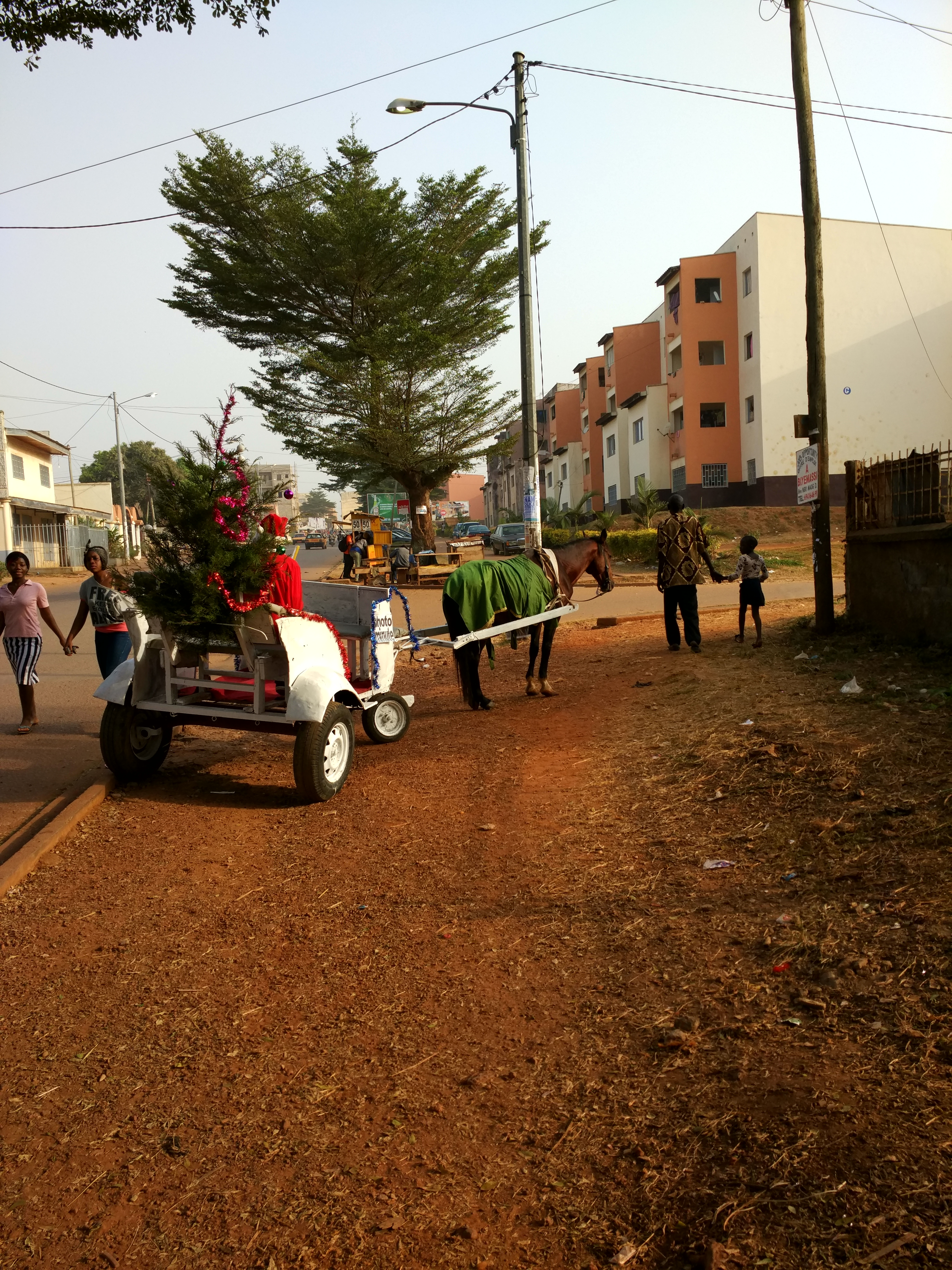
Een als kerstman verklede man wacht op de kinderen die met hun nieuwe kleding uit de kerk komen, om (tegen betaling) met hem op de foto te gaan
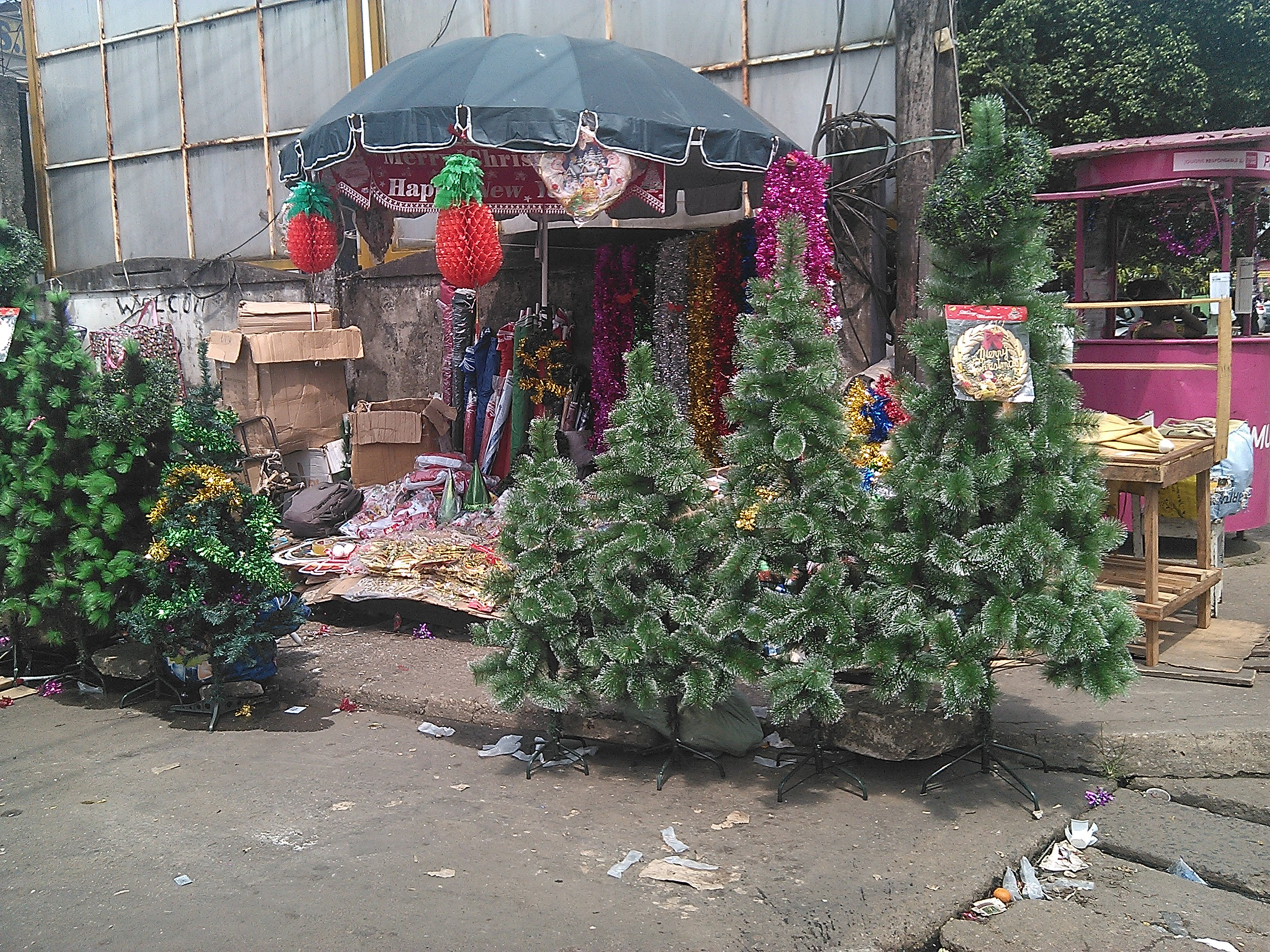
Kerstversiering in een winkel in Douala

## Kanaaleilanden

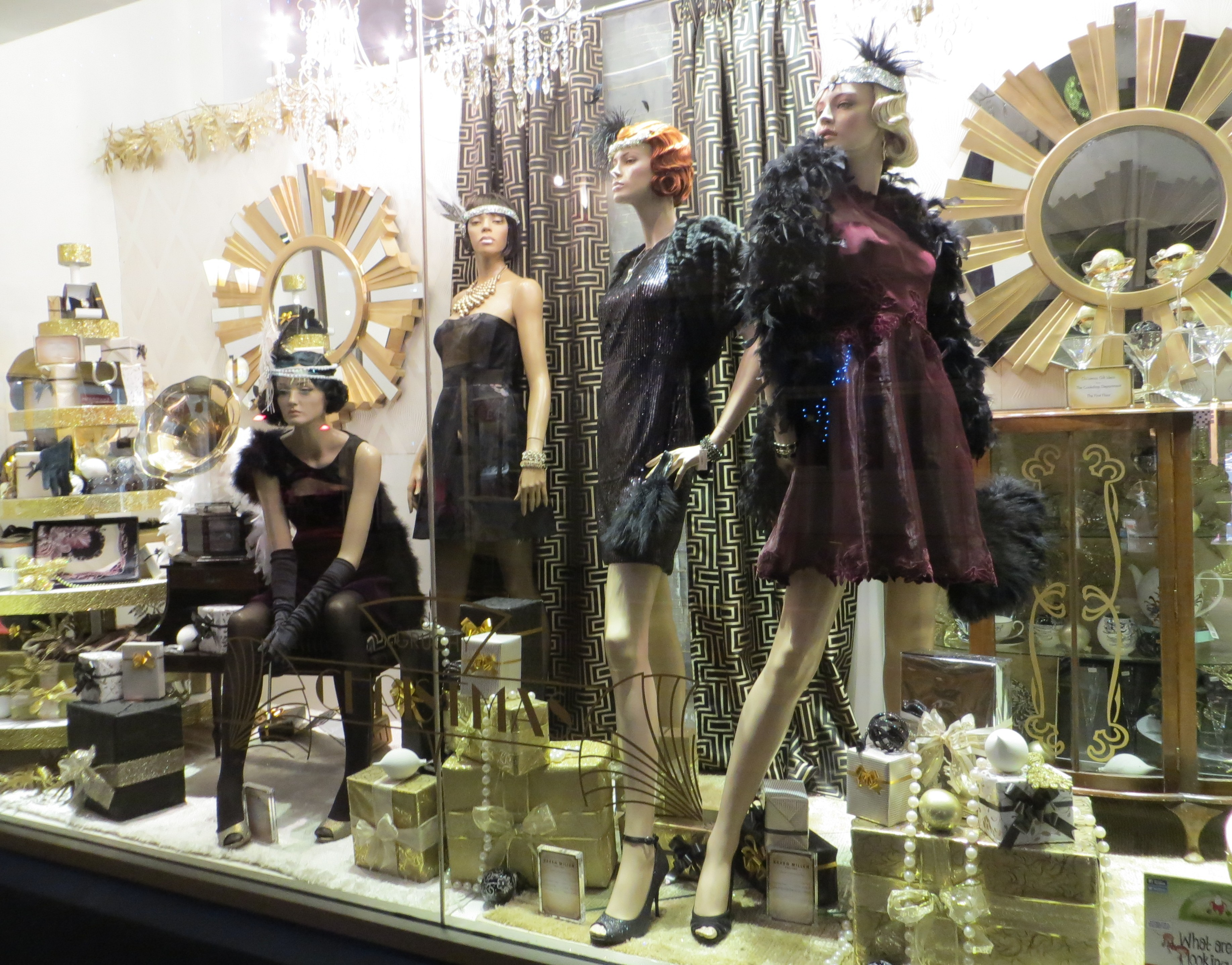
Kleding voor het kerstfeest in een etalage op Jersey
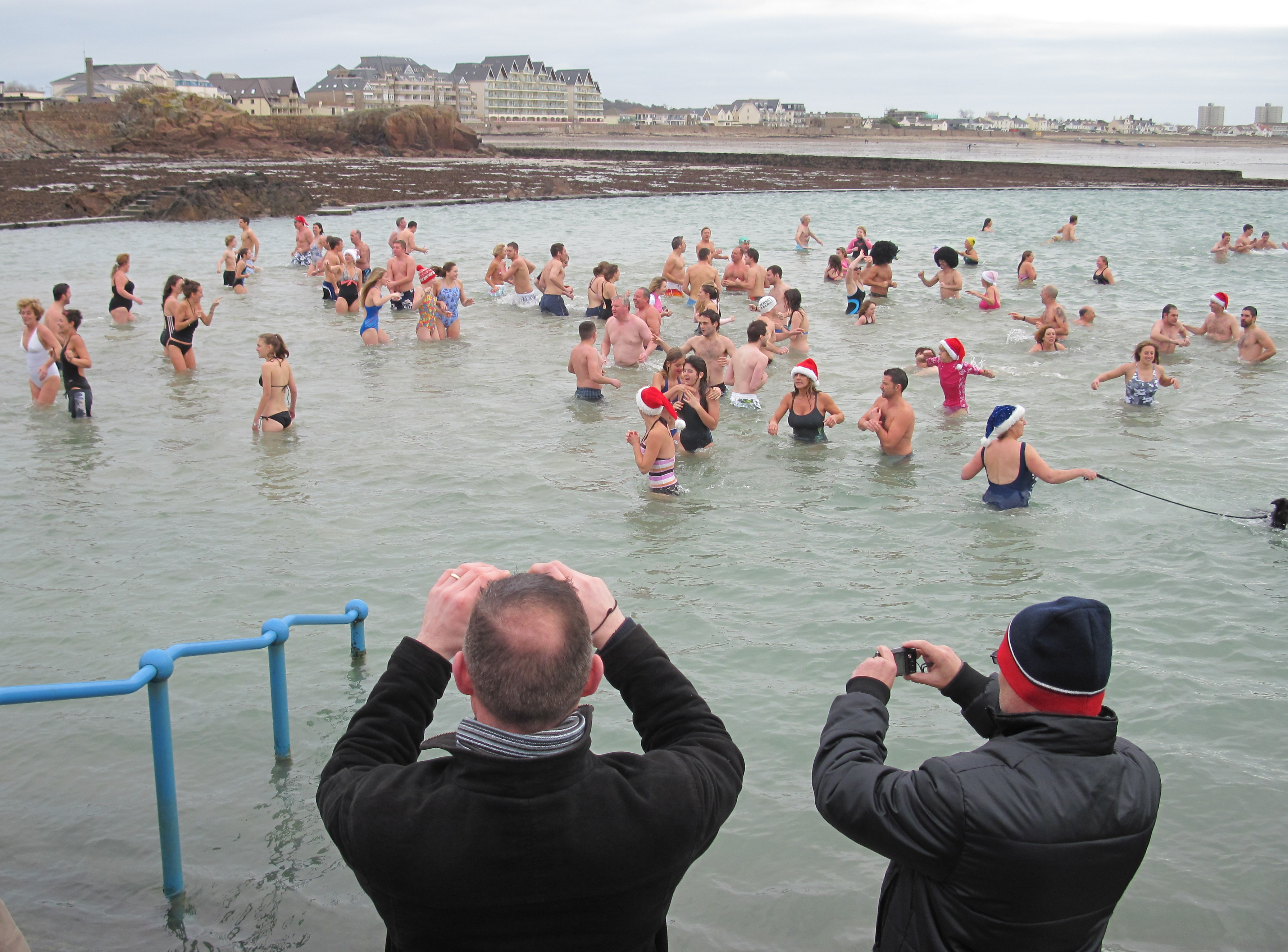
Jaarlijks festijn waarbij mensen in de koude zee duiken, 25 december 2010
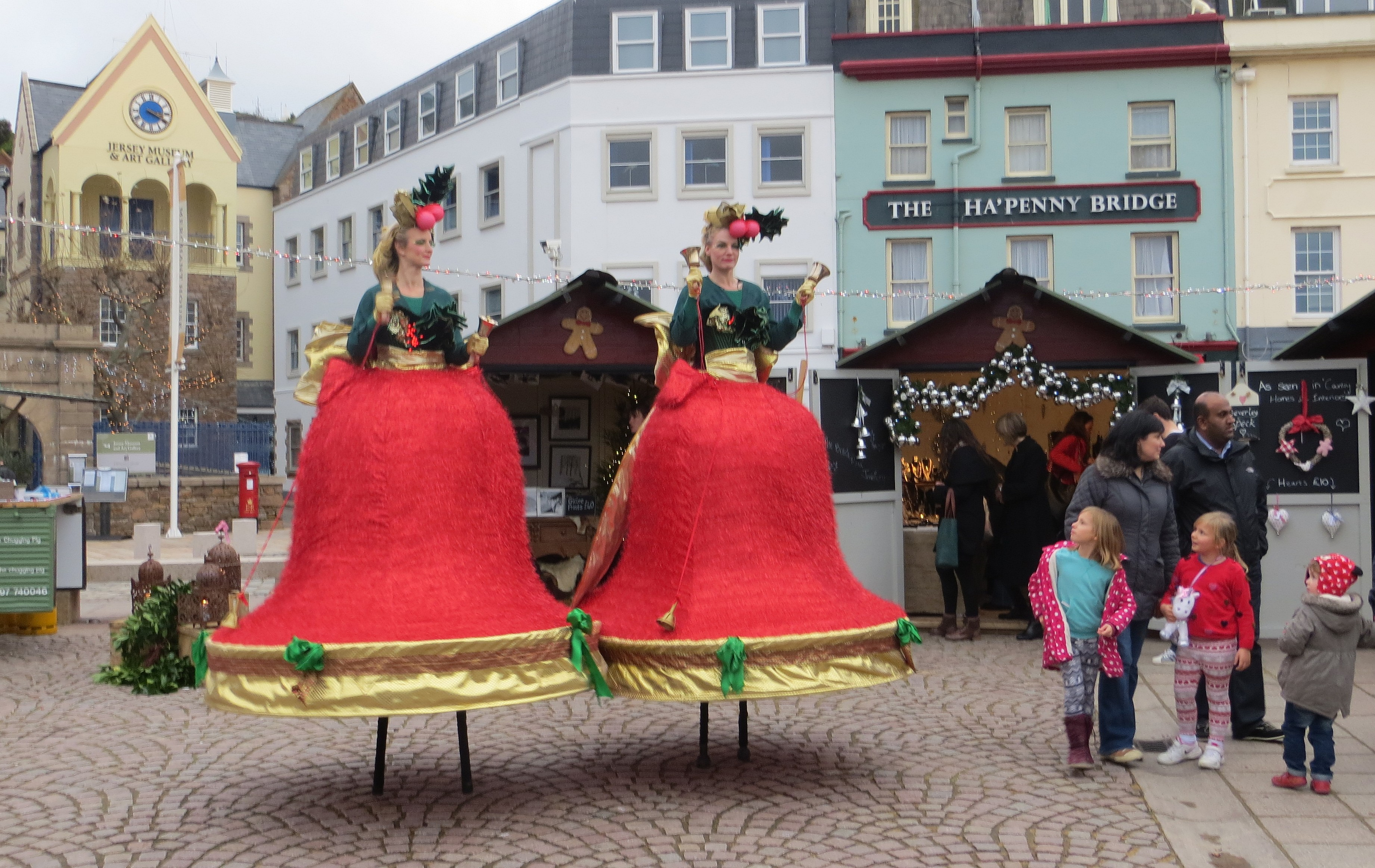
Fête dé Noué
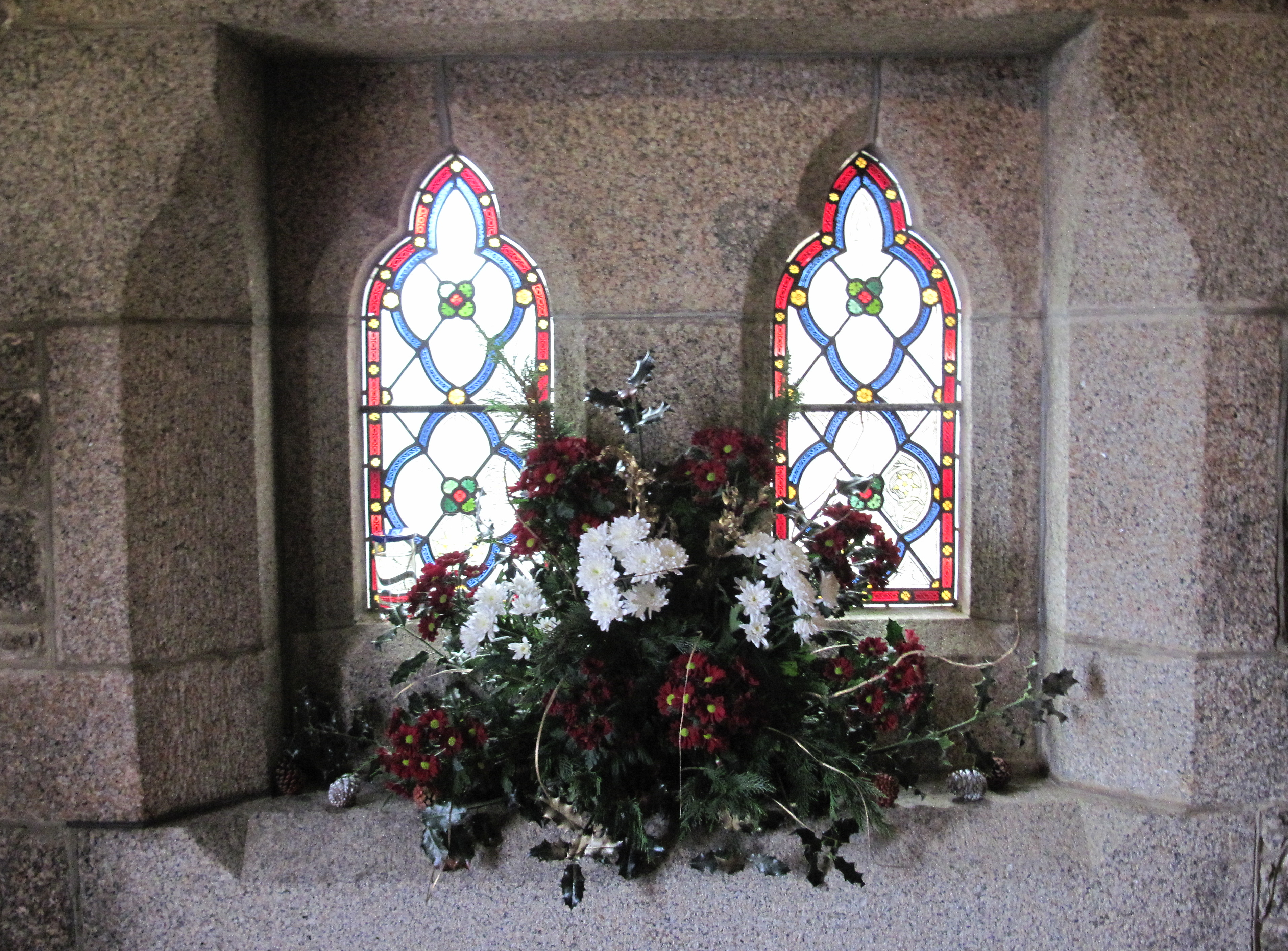
Kerstversiering ni de Églyise dé Saint Ouën, Jèrri

## Kazachstan

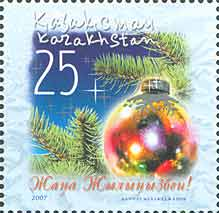
Kerstpostzegek uit Kazachstan, 2008

## Kirgizië

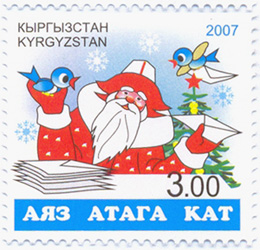
Kerstpostzegel uit Kirgizië met Ayaz Ata, de winter-god uit het Tengrisme

## Kroatië
In Kroatië wordt Kolyada gevierd, tijdens de kerstperiode wordt traditioneel makowiec gegeten.

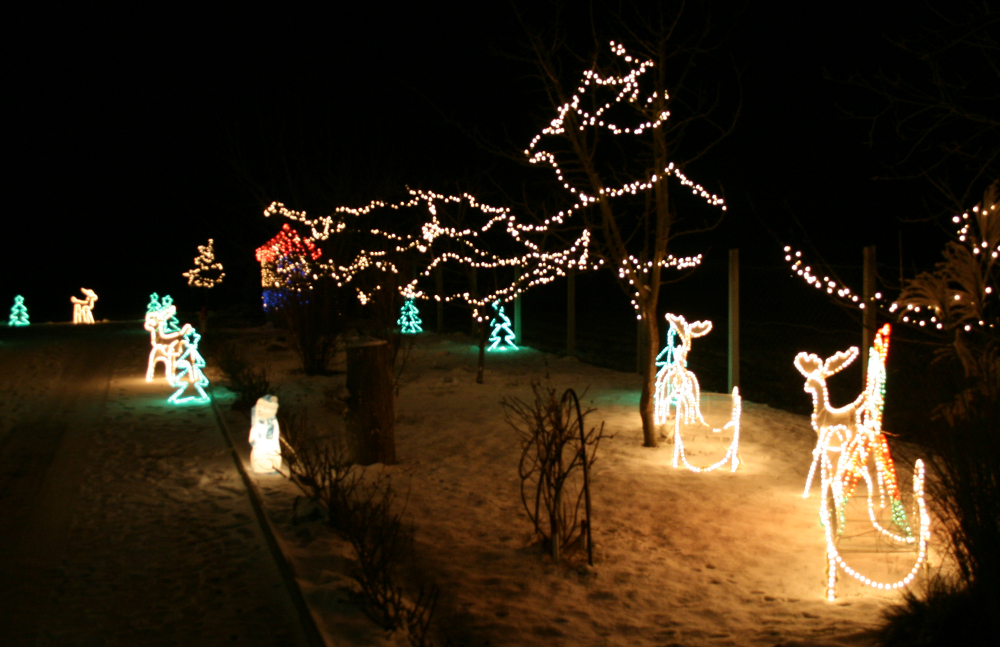
Kerstversiering in Kroatië, 2009
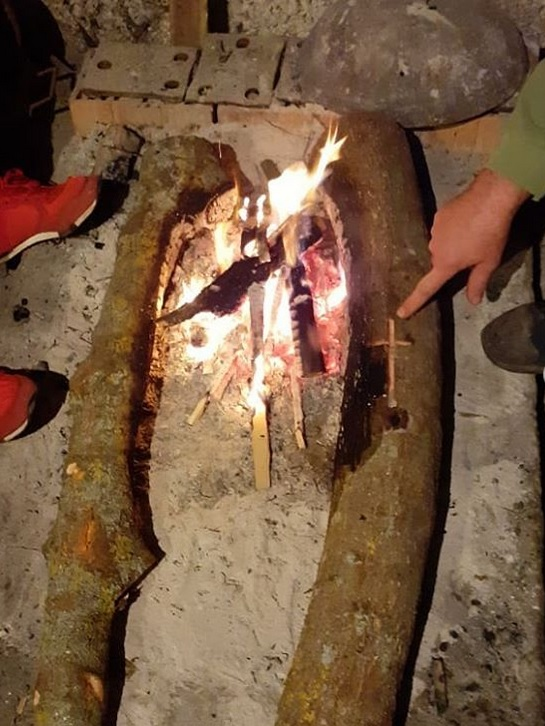
Twee badnjaks in Trogir, waarvan een versierd met een kruis, worden op kerstavond aangestoken
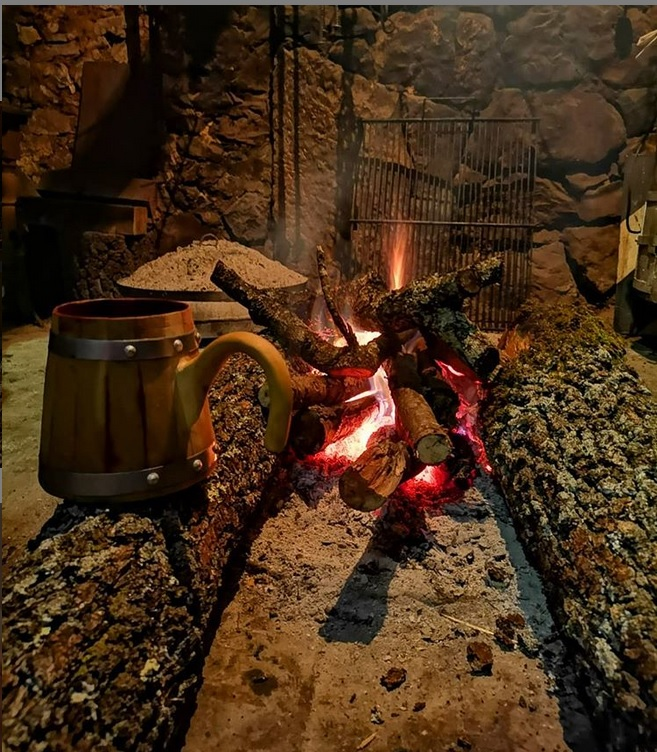
Een traditie op kerstavond: de badnjaks aansteken
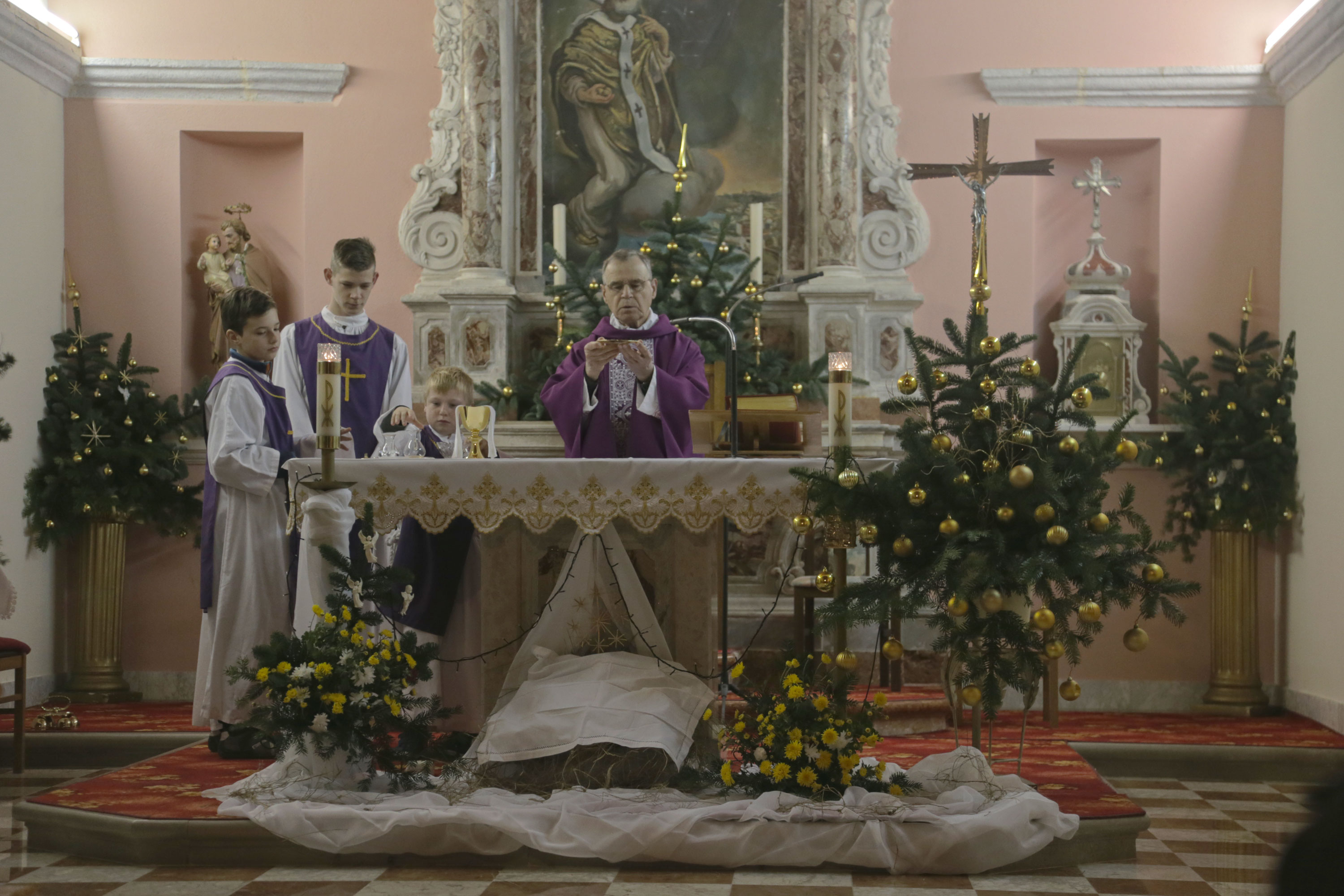
Zonsopgang-mis op het eiland Susak
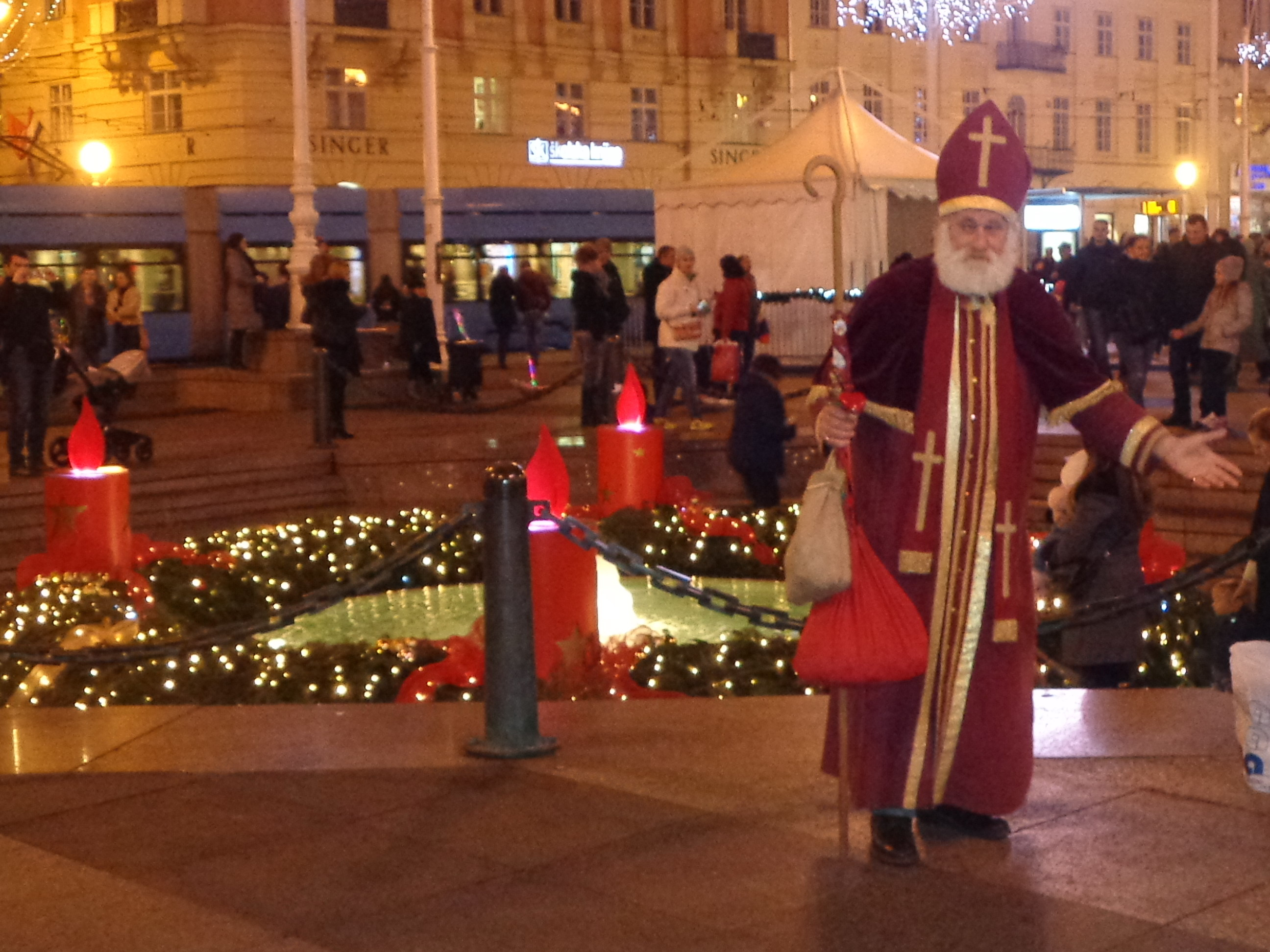
Sveti Nikola in Zagreb

## Luxemburg
In Luxemburg houdt de groothertog een kersttoespraak (Chrëschtdagsusprooch) in het Luxemburgs.

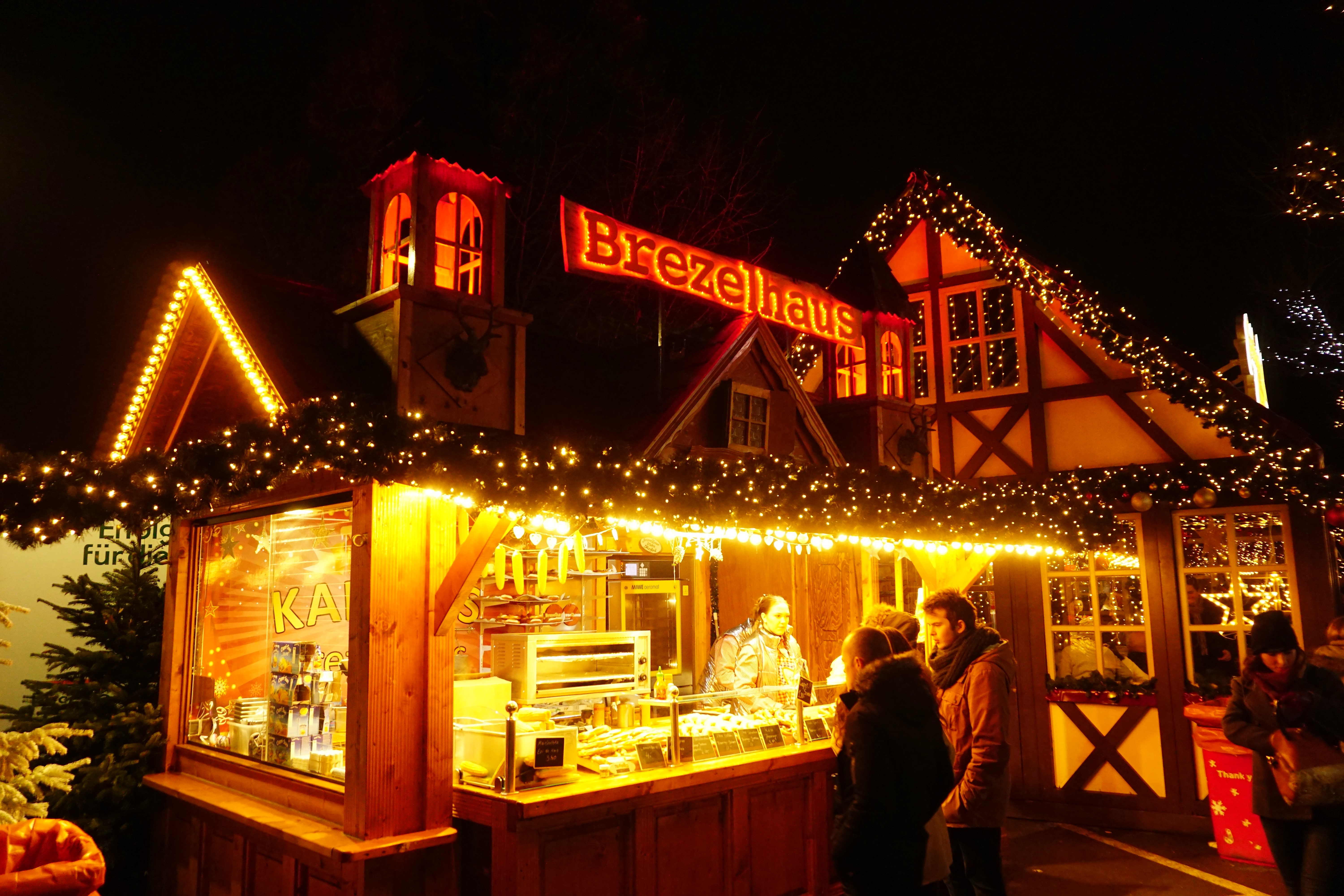
Kerstmarkt op de Place de la Constitution
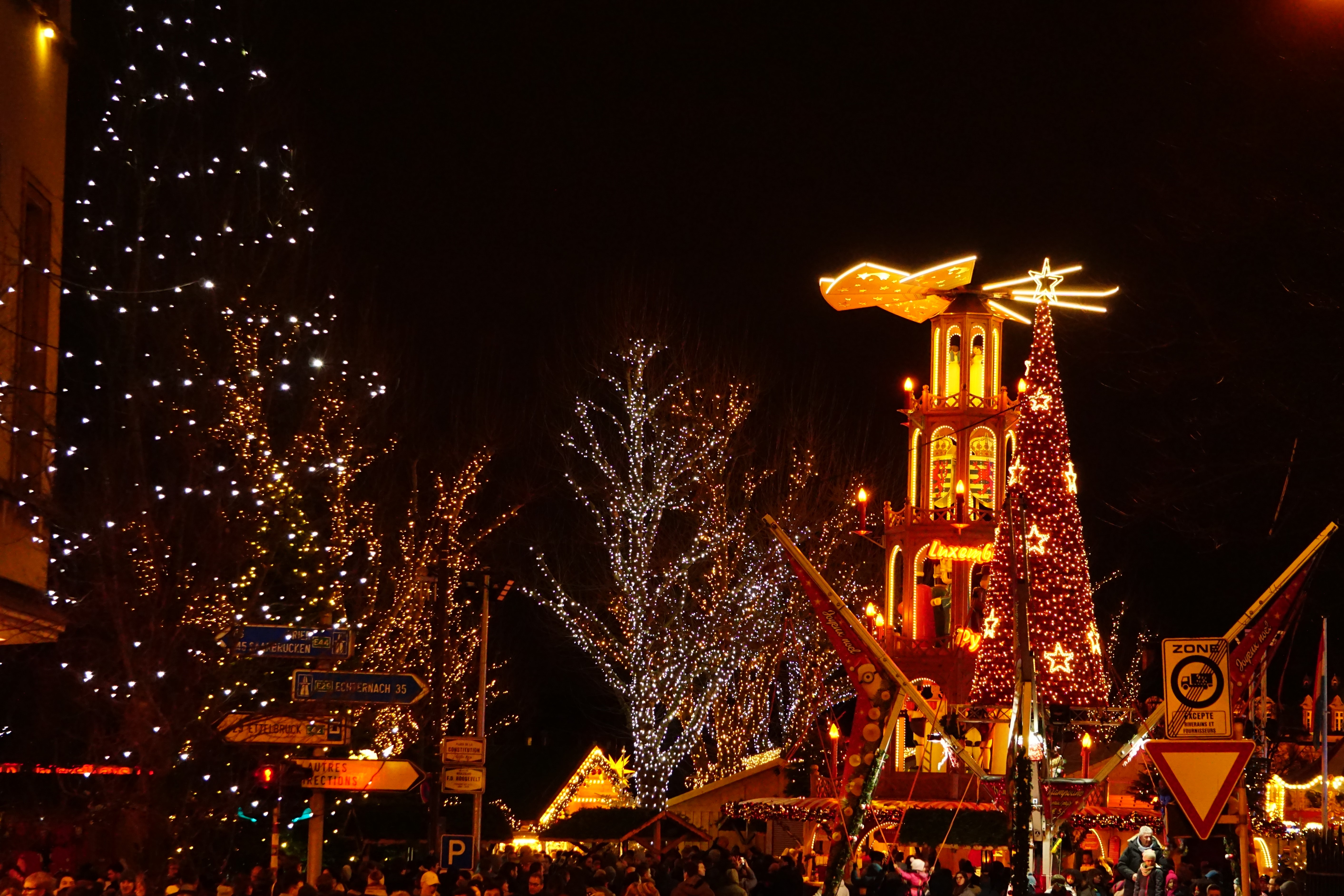
Kerstmarkt met kerstpiramide in Luxemburg
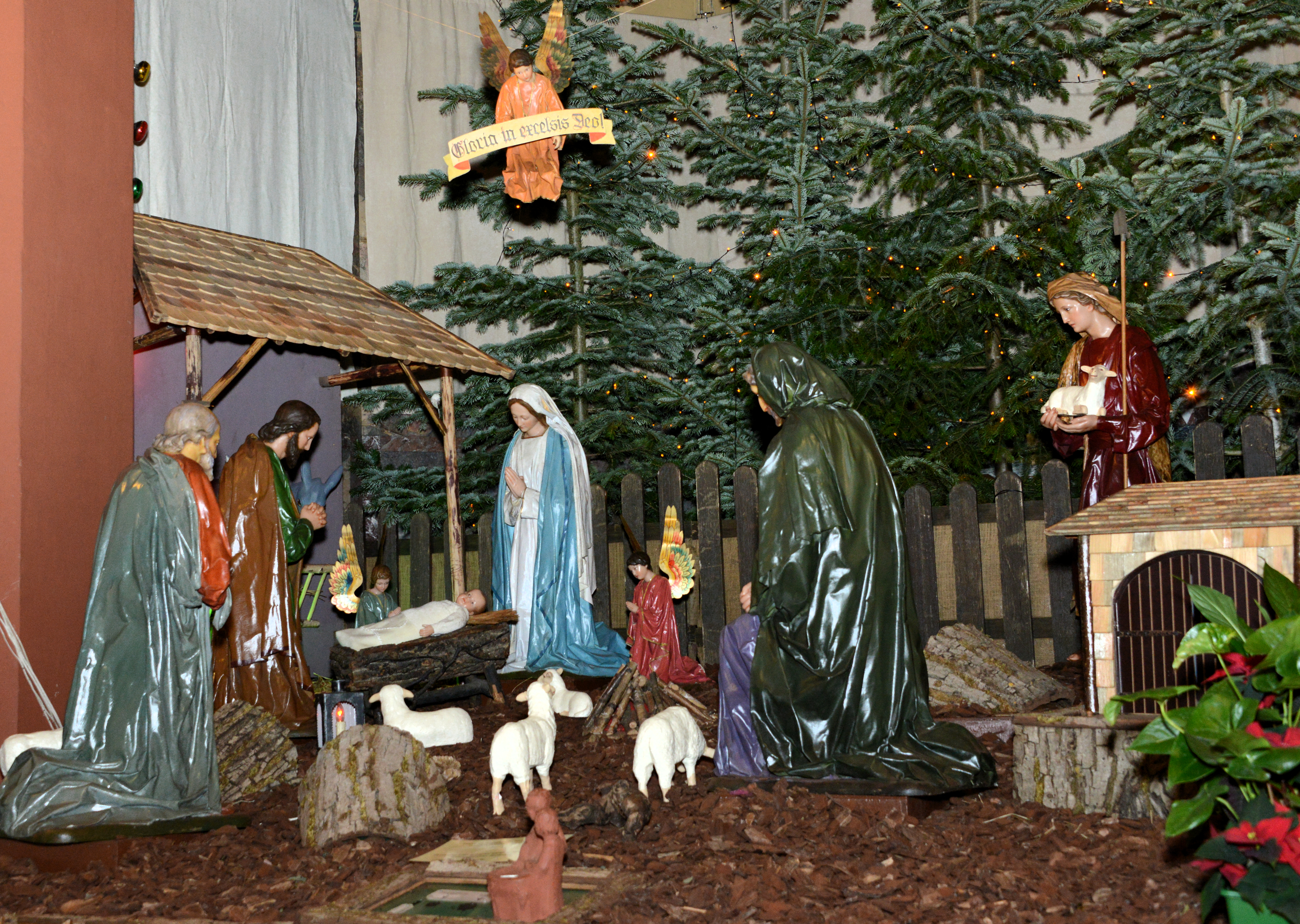
D'Krëppchen (de kribbe) in de Parkierch van Diddeleng

## Letland

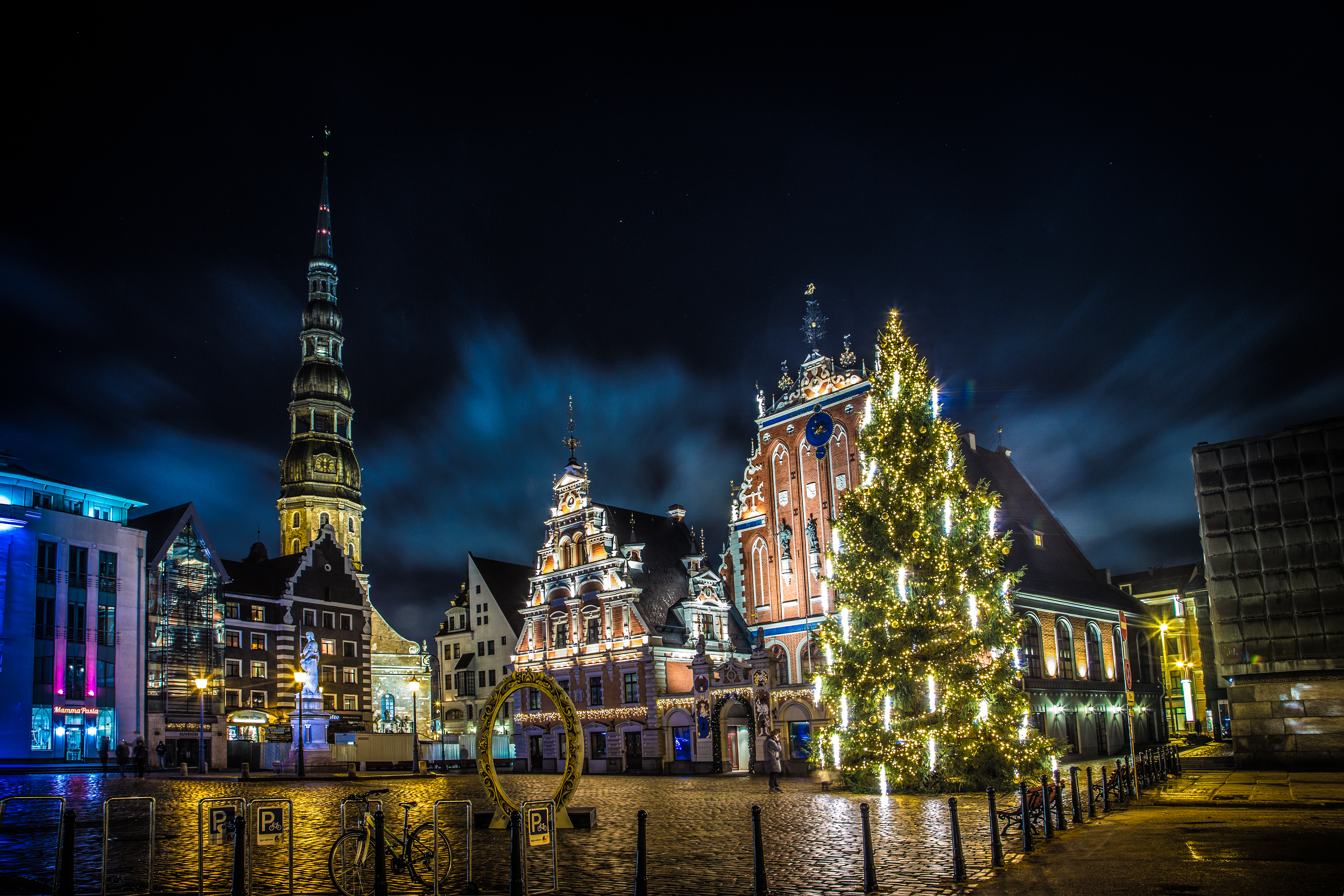
Rātslaukums in Riga

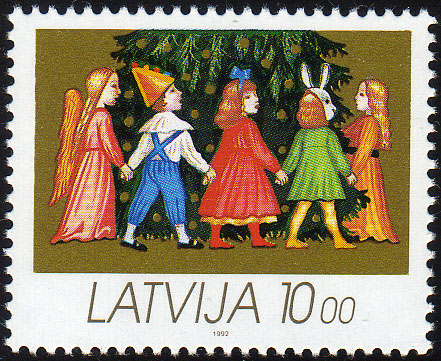
Kerst-postzegel uit Letland met verklede kinderen rond de kerstboom, 2009
Kerst-postzegel uit Letland met schapen en kerstster (religie), 2001
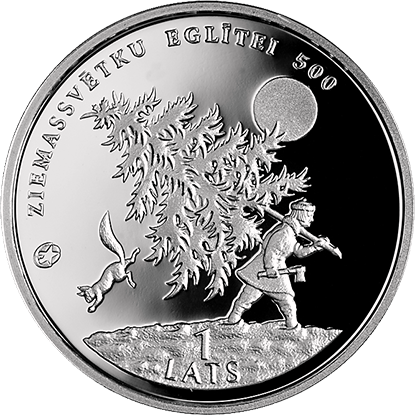
Munt uit Letland, 2009
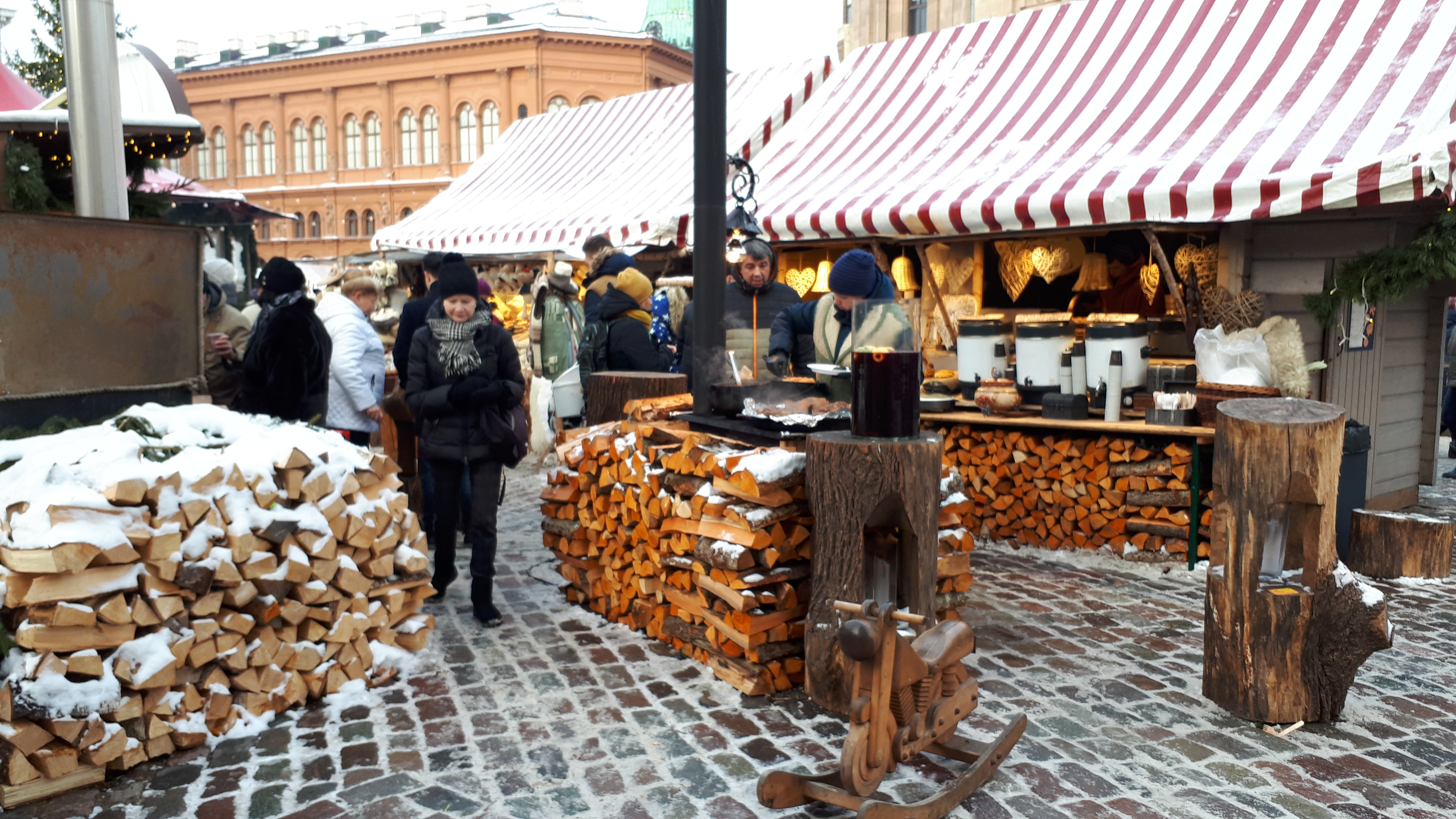
Kerstmarkt in Riga
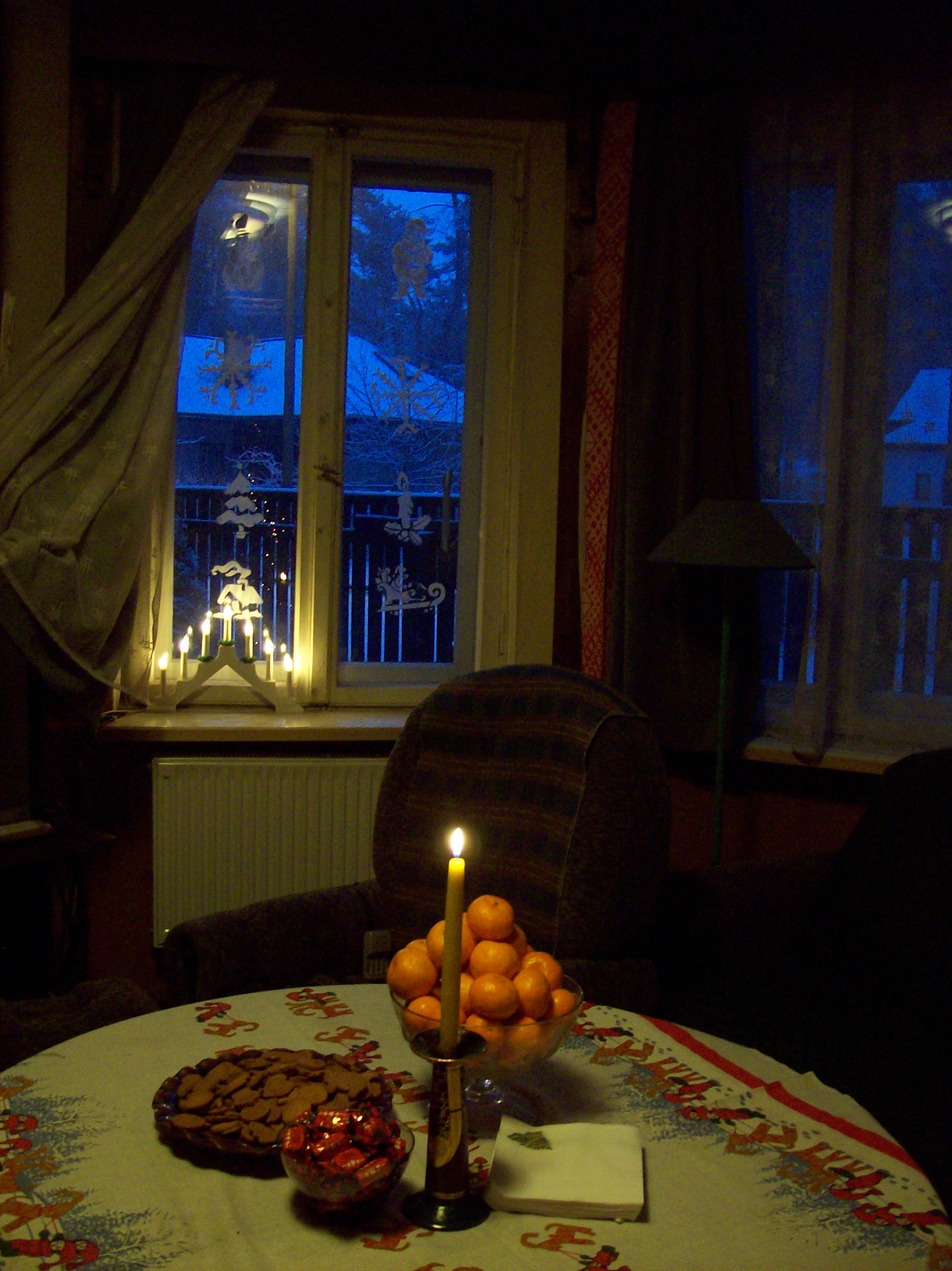
Een huiskamer met mandarijnen, kaars, kerstkoekjes en andere kerstversiering

## Libanon

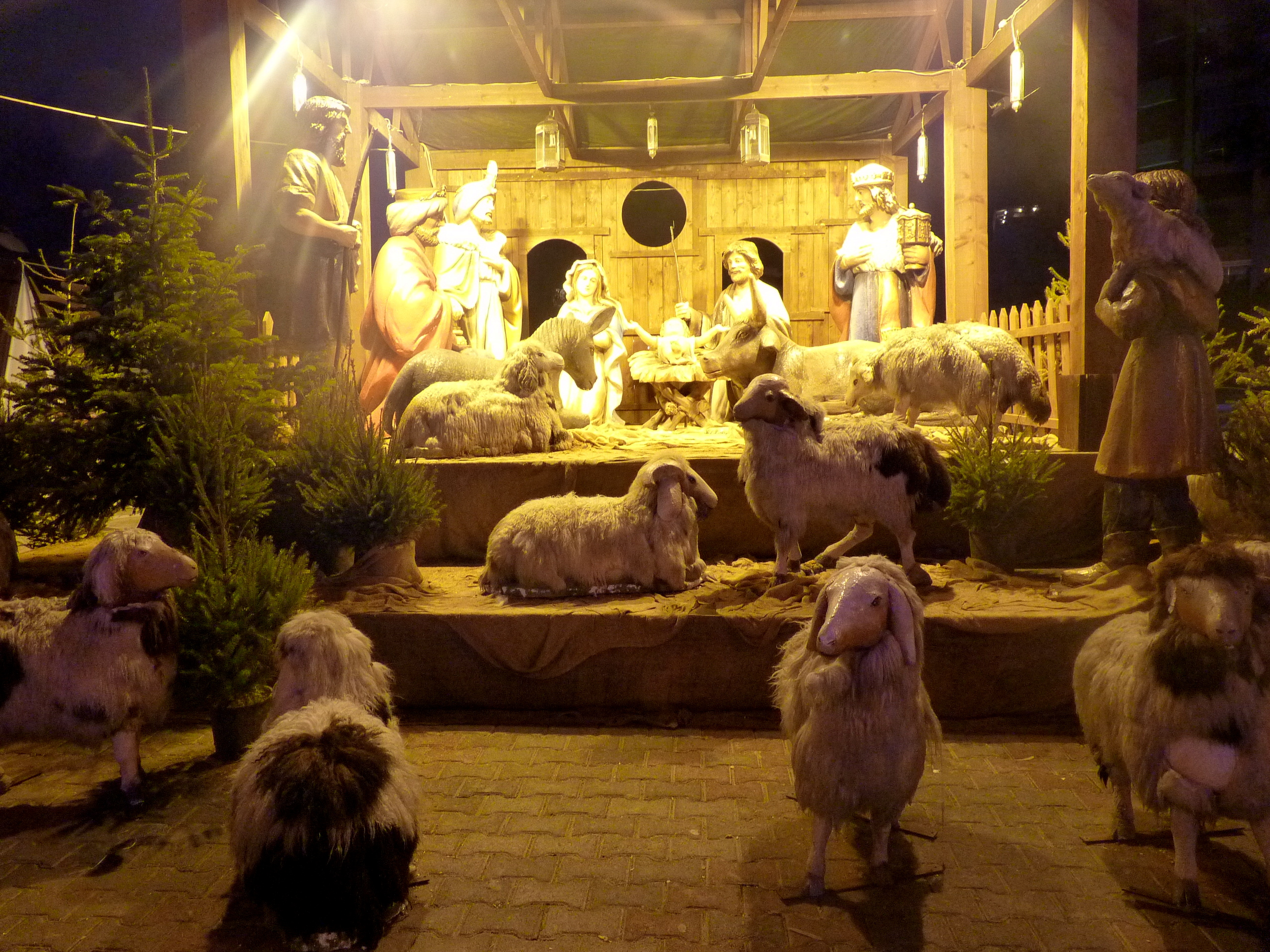
Kerststal in Beiroet
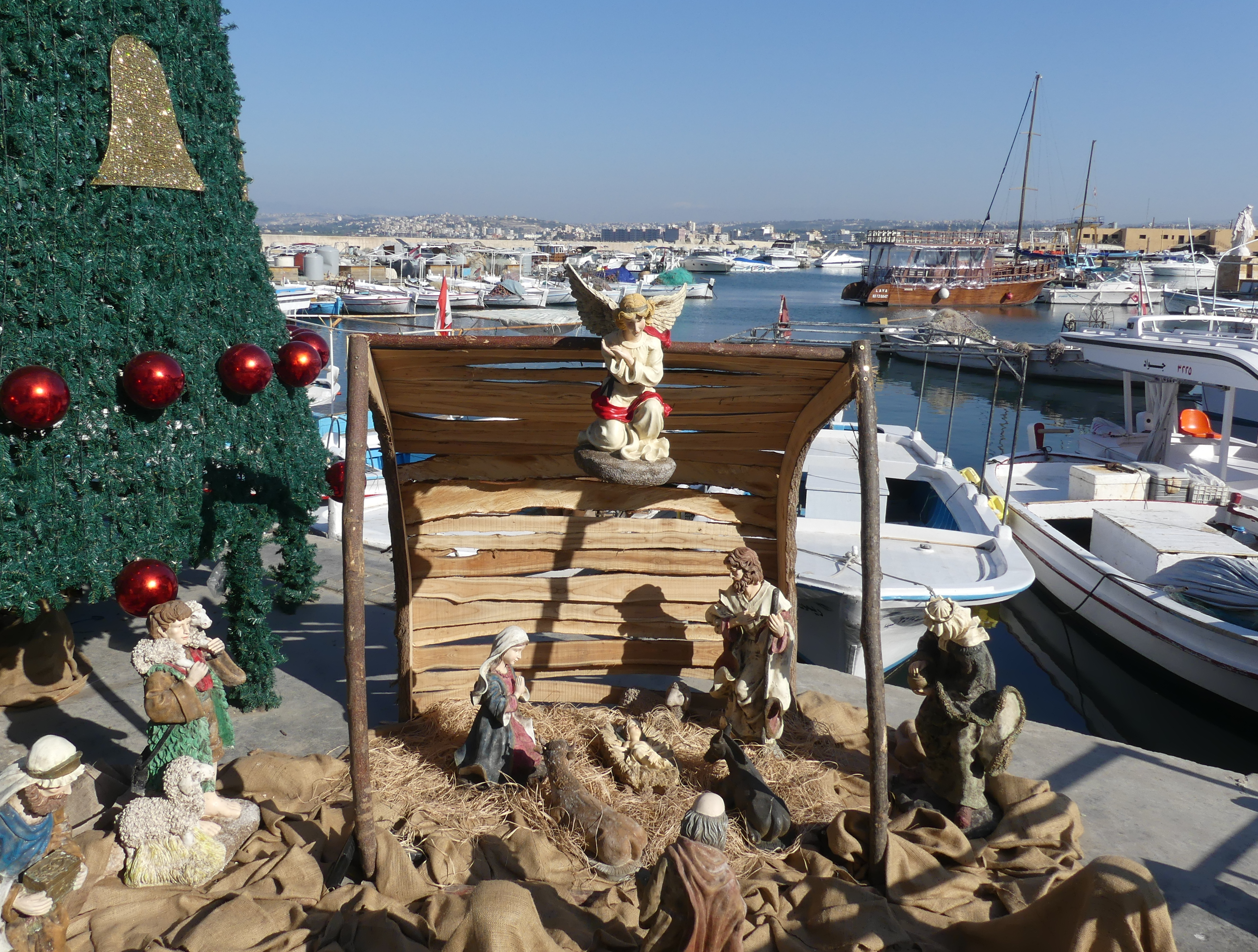
Kerststal in de haven van Tyre
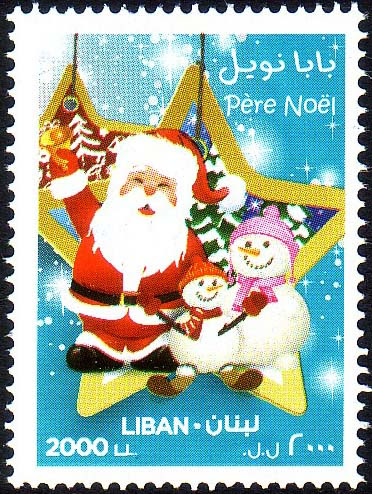
Kerstpostzegel uit Libanon, 2013

## Litouwen

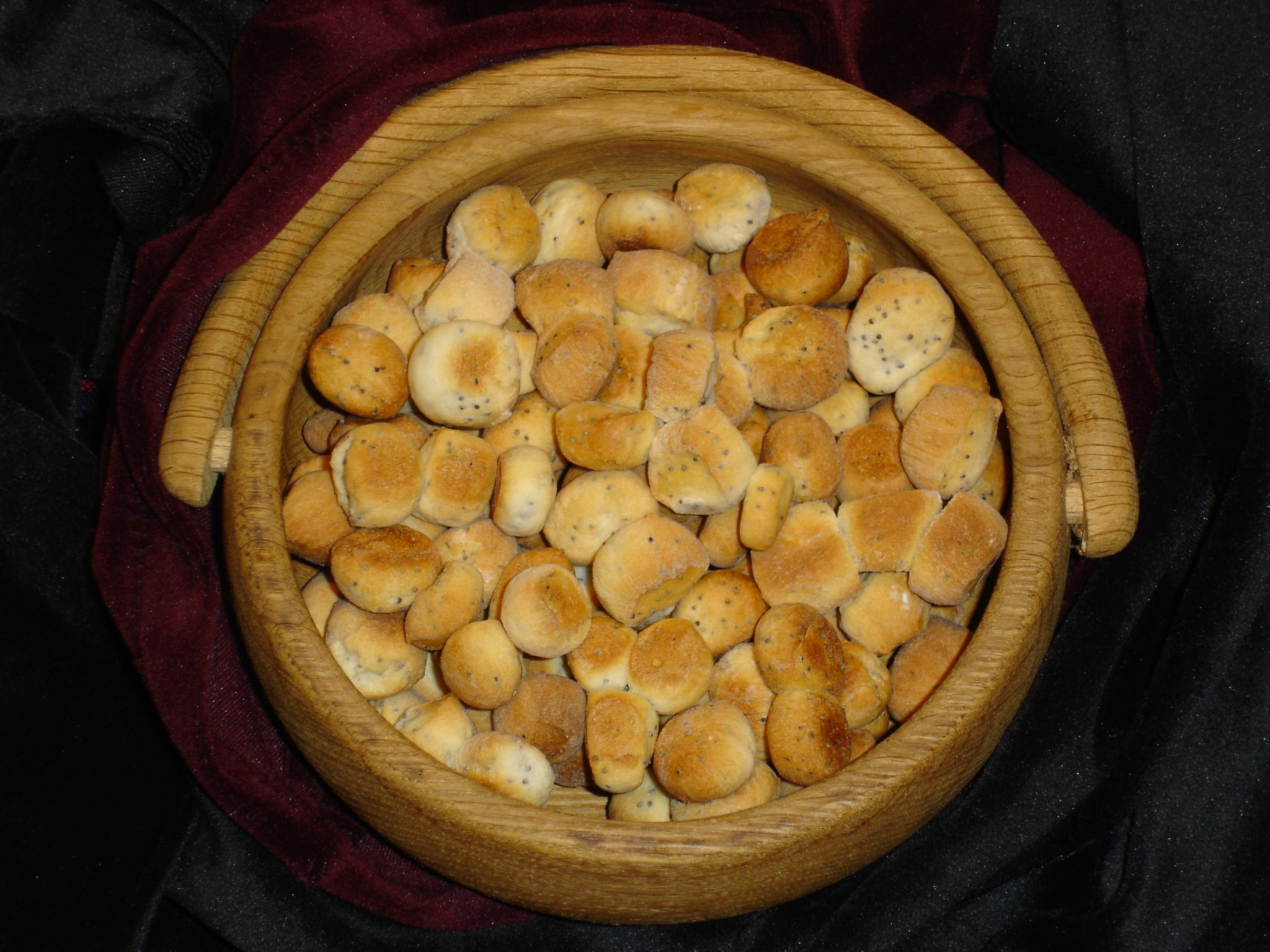
Kūčiukai

De Litouwse kerstavond combineert heidense en christelijke tradities, aangezien het oorspronkelijk een viering was van de winterzonnewende. Traditioneel geloofden Litouwers dat dieren die nacht konden praten en dat het mogelijk was om de toekomst te voorspellen met toverspreuken en verschillende spelletjes. In Litouwen  wordt Kalėdos (ook wel Kalėda) gevierd.
Kūčios ("Heilige Maaltijd") is de belangrijkste gebeurtenis van het jaar en een familiereünie. Overleden familieleden worden herdacht met een leeg bord op tafel. Het feest begint na de opkomst van de avondster. Tijdens de Kūčios zijn geen producten van vlees, melk en alcohol toegestaan. In totaal worden er 12 gerechten geserveerd, gemaakt van granen, vis, gedroogd fruit of paddenstoelen, inclusief kūčiukai. Dit zijn kleine, knapperige, lichtzoete bloemgebakjes gemaakt van gistdee] met maanzaad. Ze kunnen droog worden gegeten, maar worden meestal gedrenkt in maanzaadmelk of met cranberrygelei geserveerd. Litouwers aanbidden kūčiukai al sinds de oudheid. Ze hebben een oude symbolische betekenis uit heidense tijden: in de oudheid werd tijdens de winterzonnewende een brood aan de voorouders aangeboden. Later, door het principe van de magie van gelijkenis, werd dat offeren van brood vervangen door het symbolische eten van kūčiukai. Ze zijn als een analoog van echt brood. Niet voor niets wordet het brood van de doden en het brood van het laatste avondmaal genoemd, een symbool van liefde. Deze traditionele Litouwse maaltijd wordt 's nachts op tafel gelaten, waar overleden familieleden (vėlės; geesten of zielen) er van kunnen genieten.
Kučučki is een ceremonieel brood voor het voederen van de schapen.

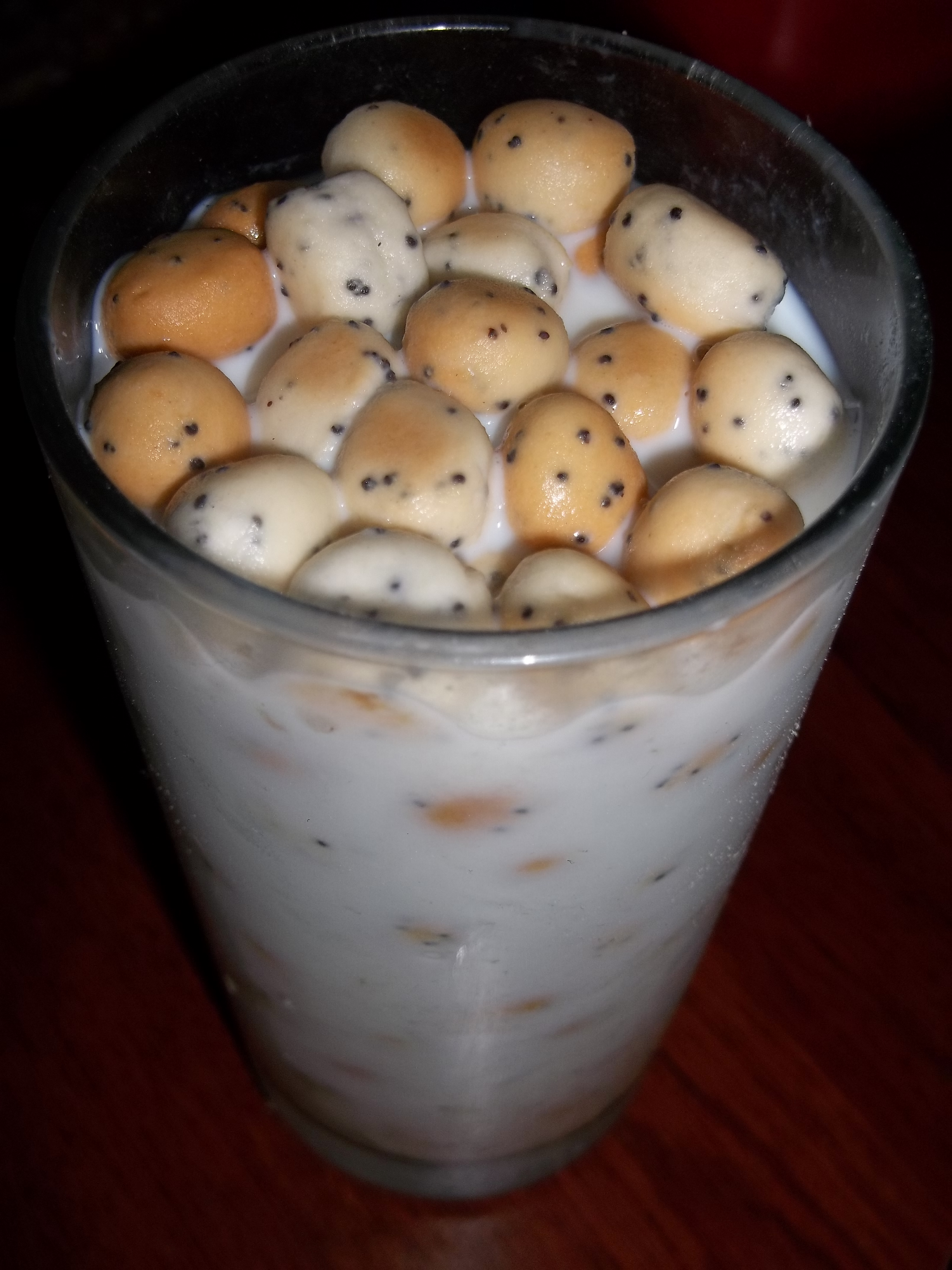
Maanzaadmelk en kūčiukai, 25 december 2013
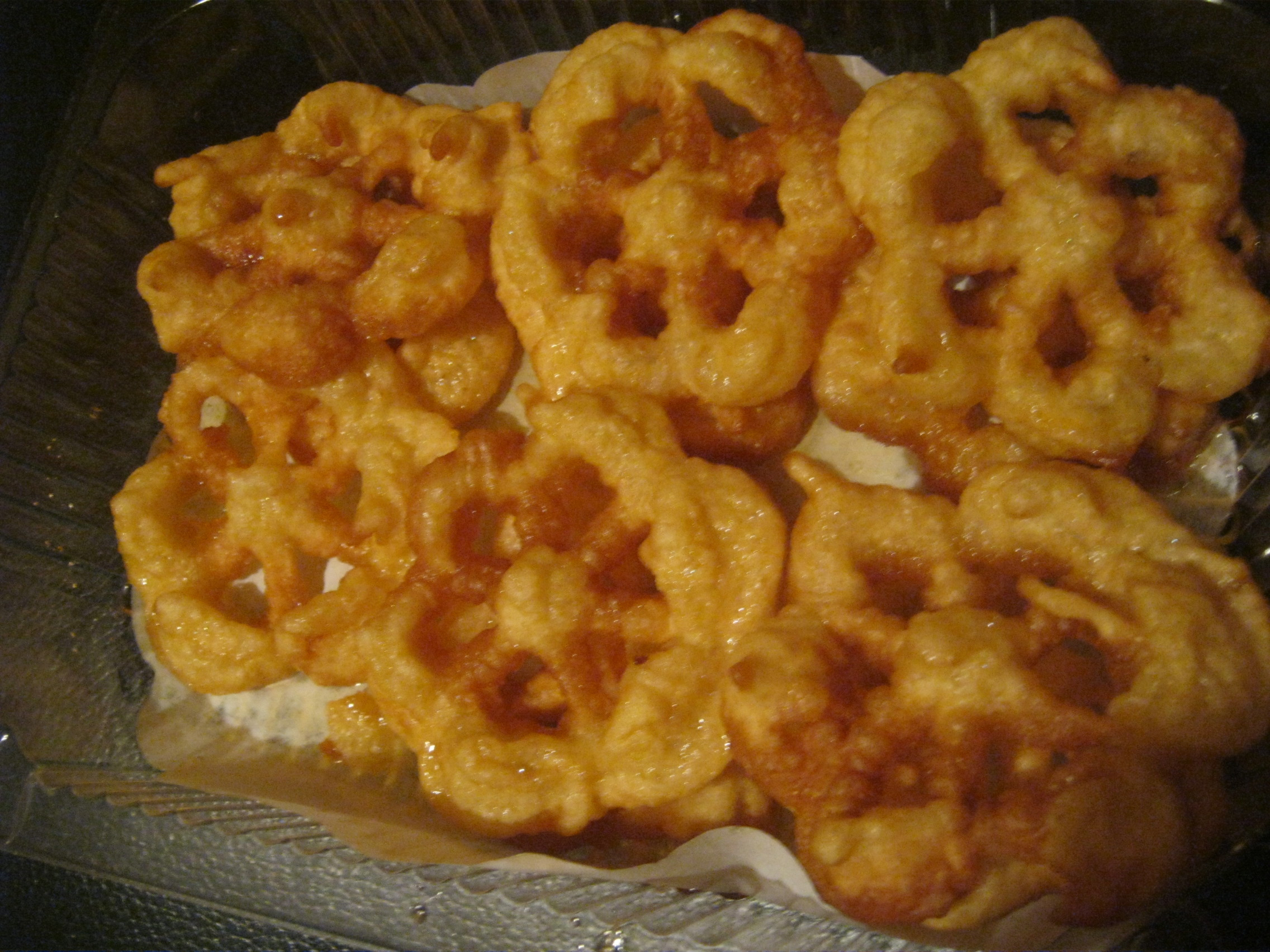
Žagarėliai
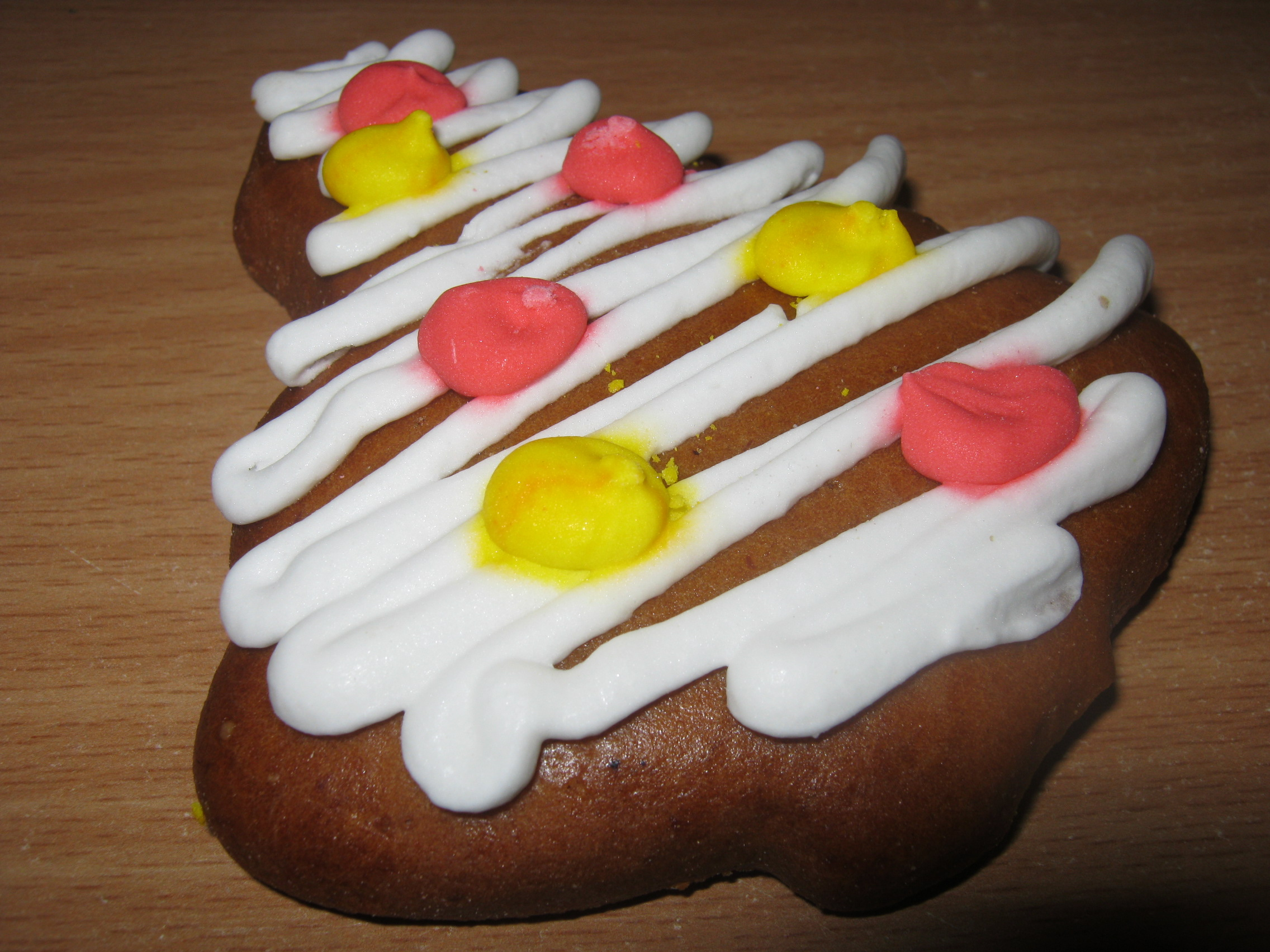
Meduolis
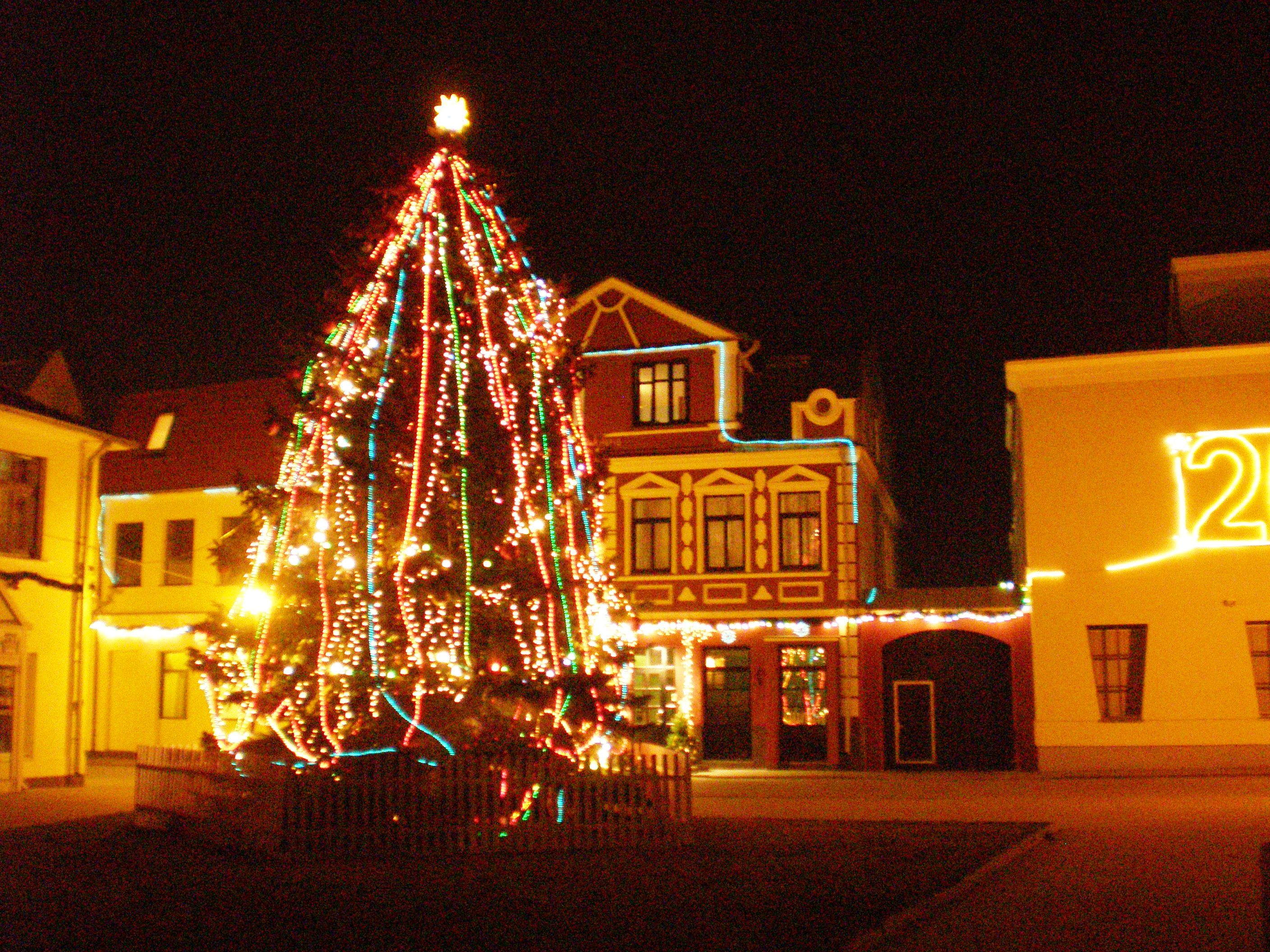
Kerstboom in Kėdainiai
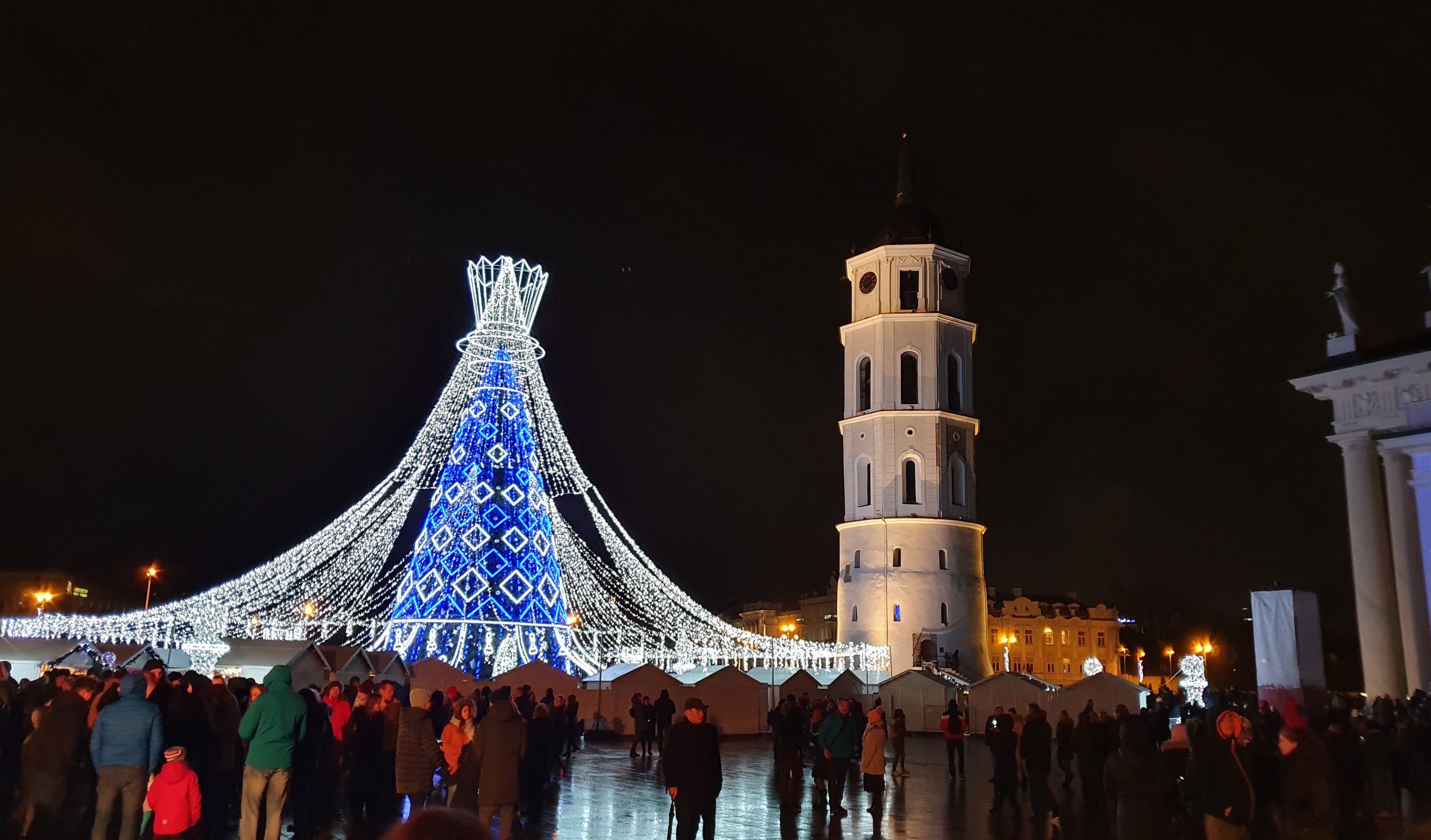
Kerstboom en kerstmarkt bij de kathedraal van Vilnius
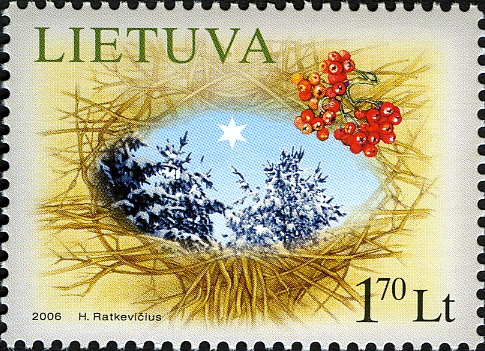
Kerstpostzegel uit Litouwen, 2006
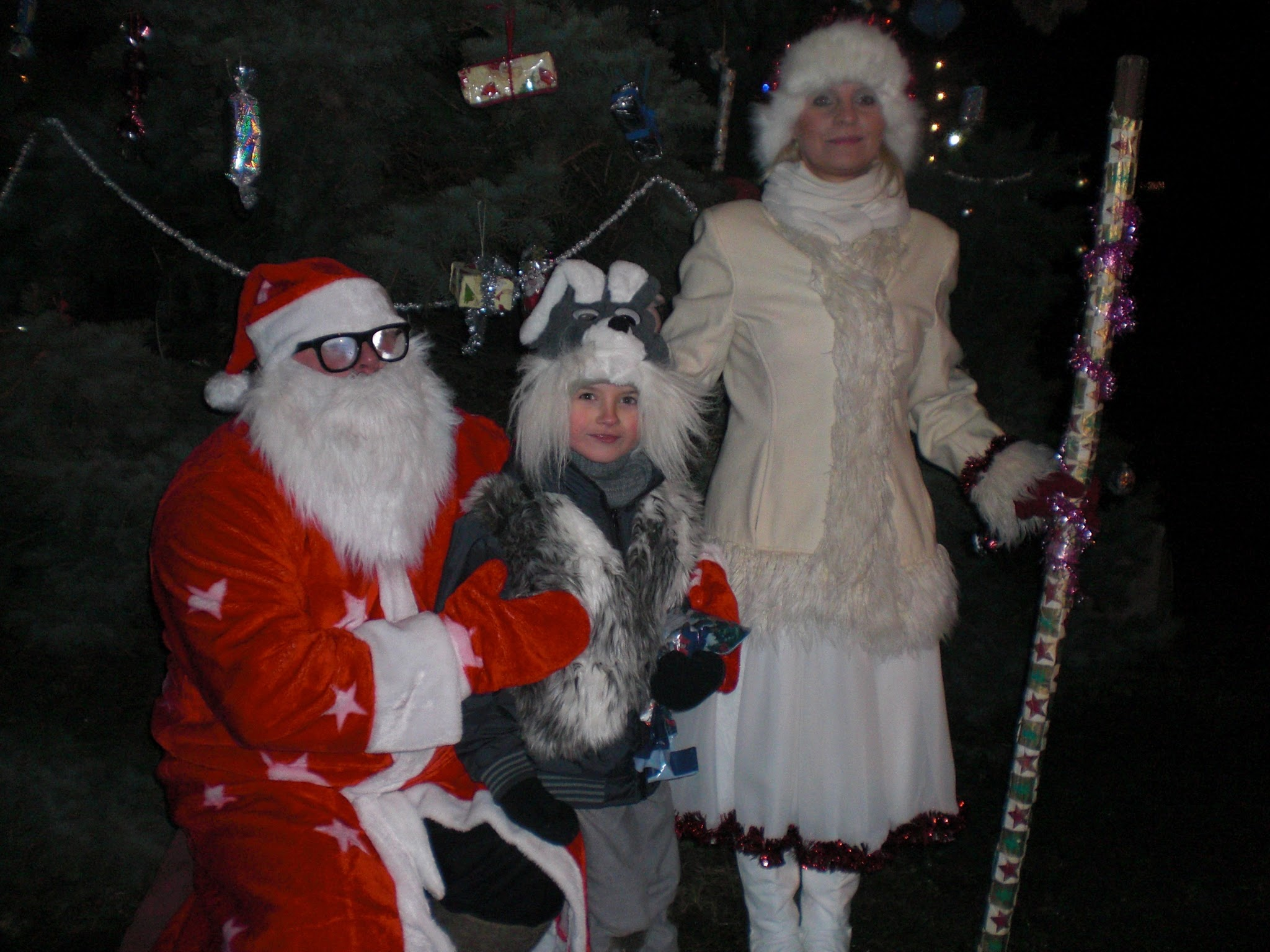

## Maleisië

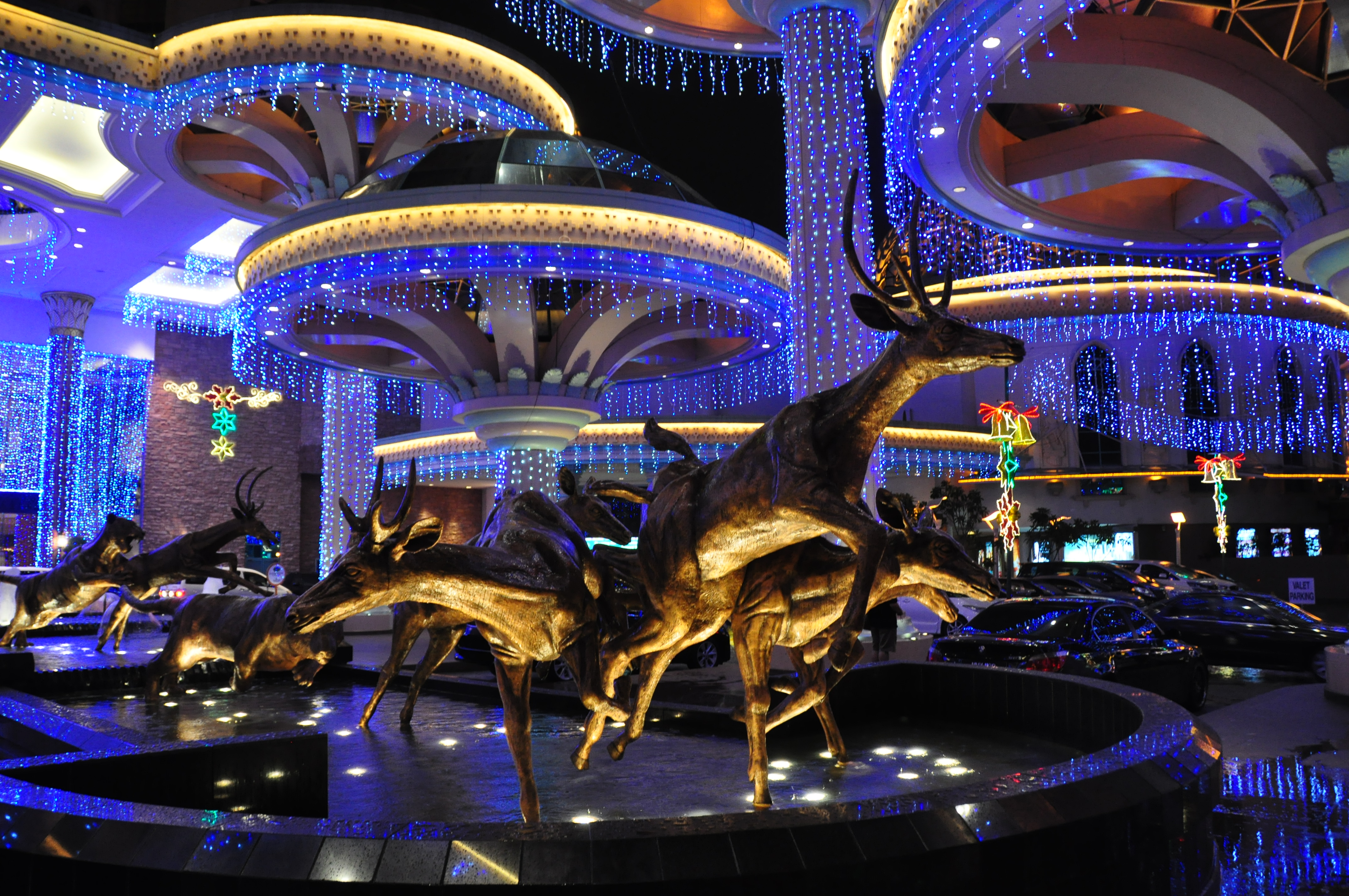
Kerstversiering in een hotel in Maleisië
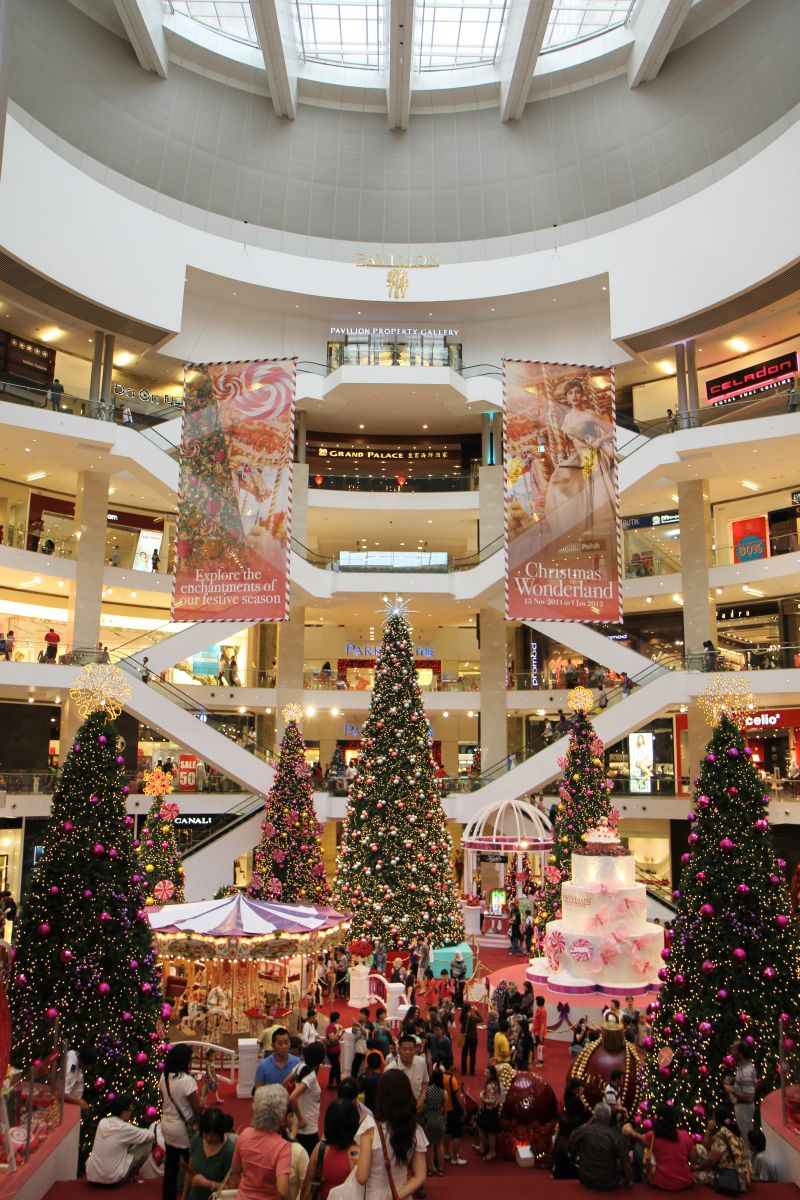
Kerstversiering in een winkelcentrum in Kuala Lumpur

## Malta

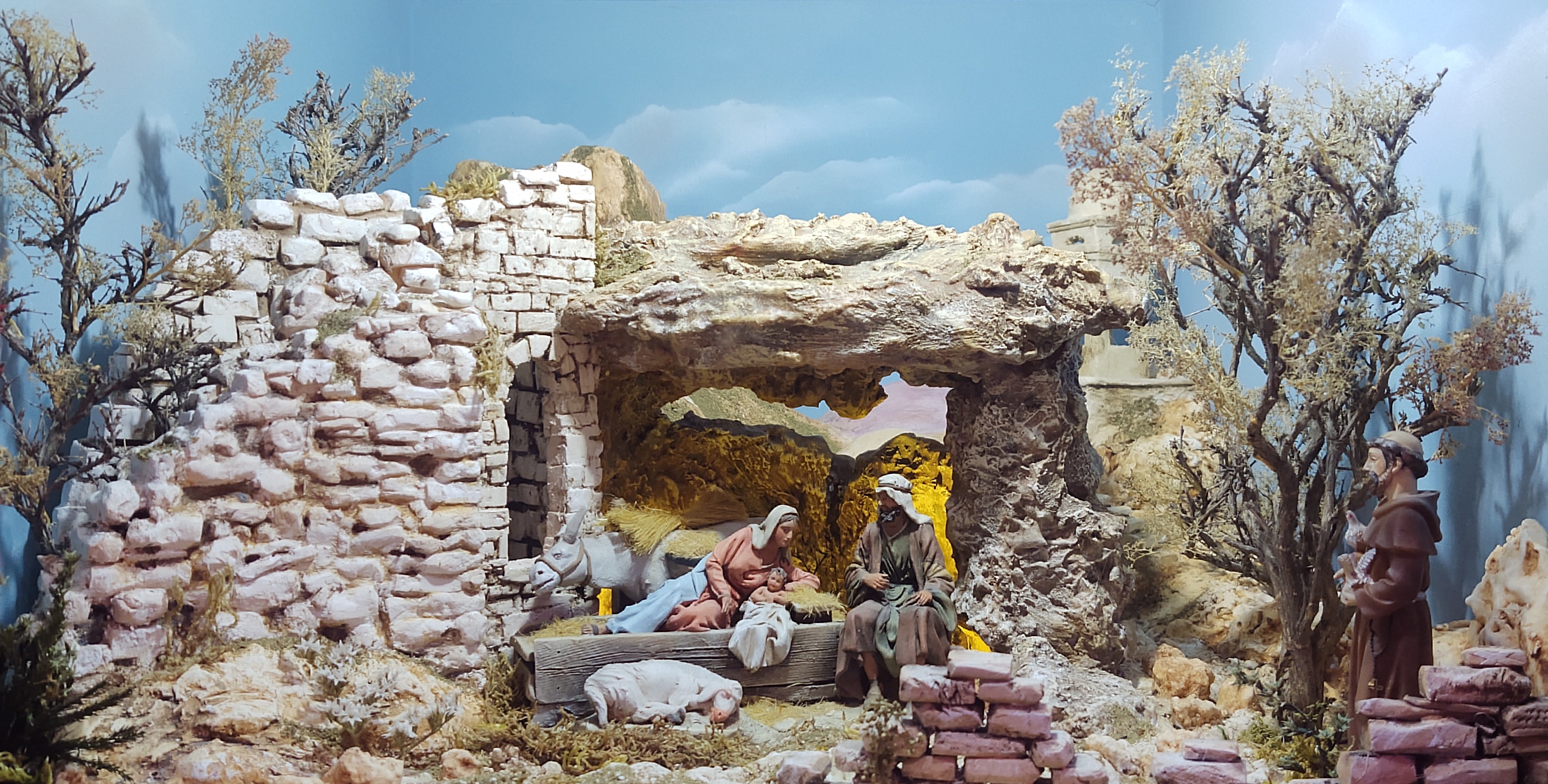
Kerststal inn Valetta

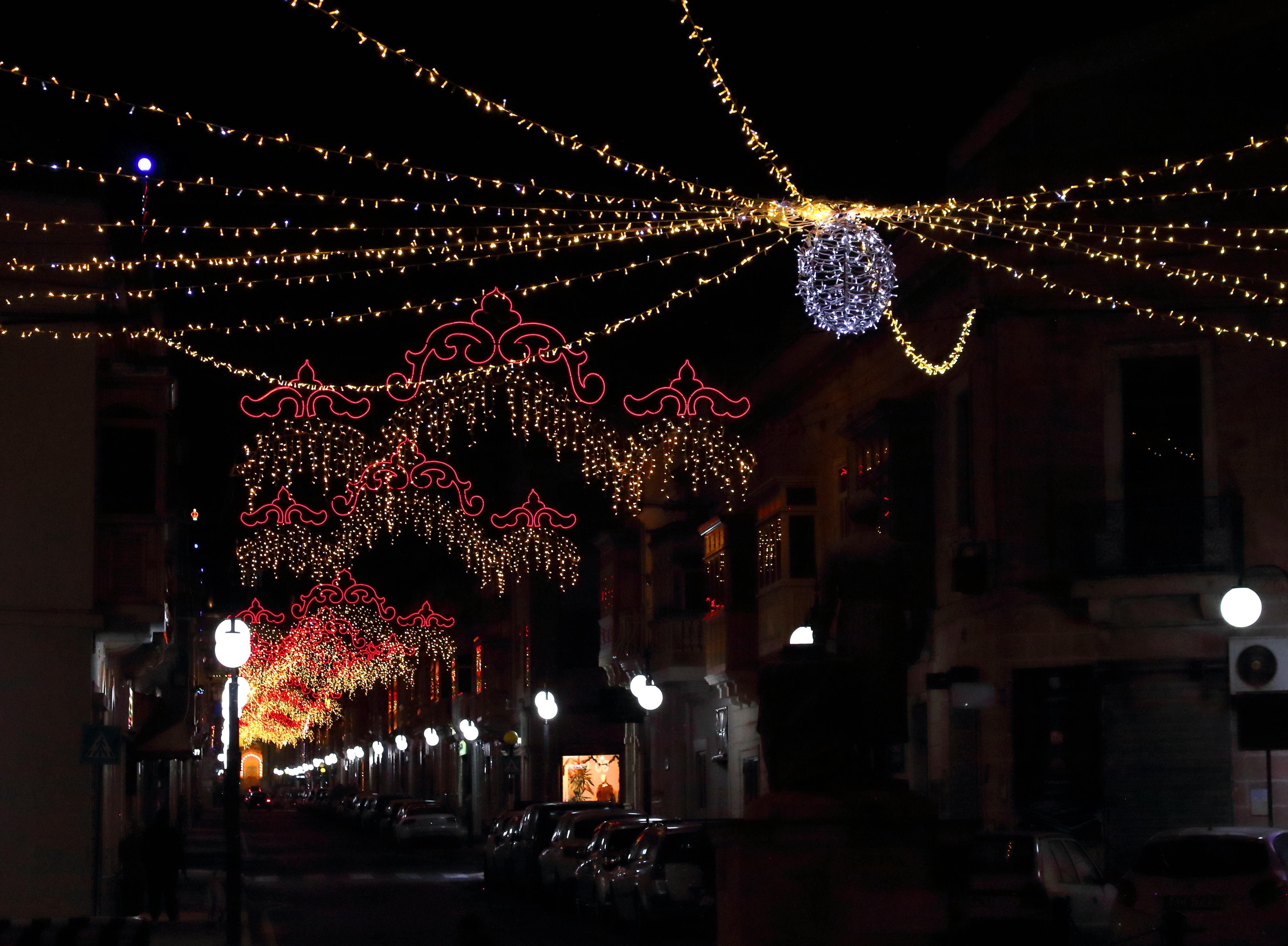
Kerstverlichting in Ħaż-Żabbar
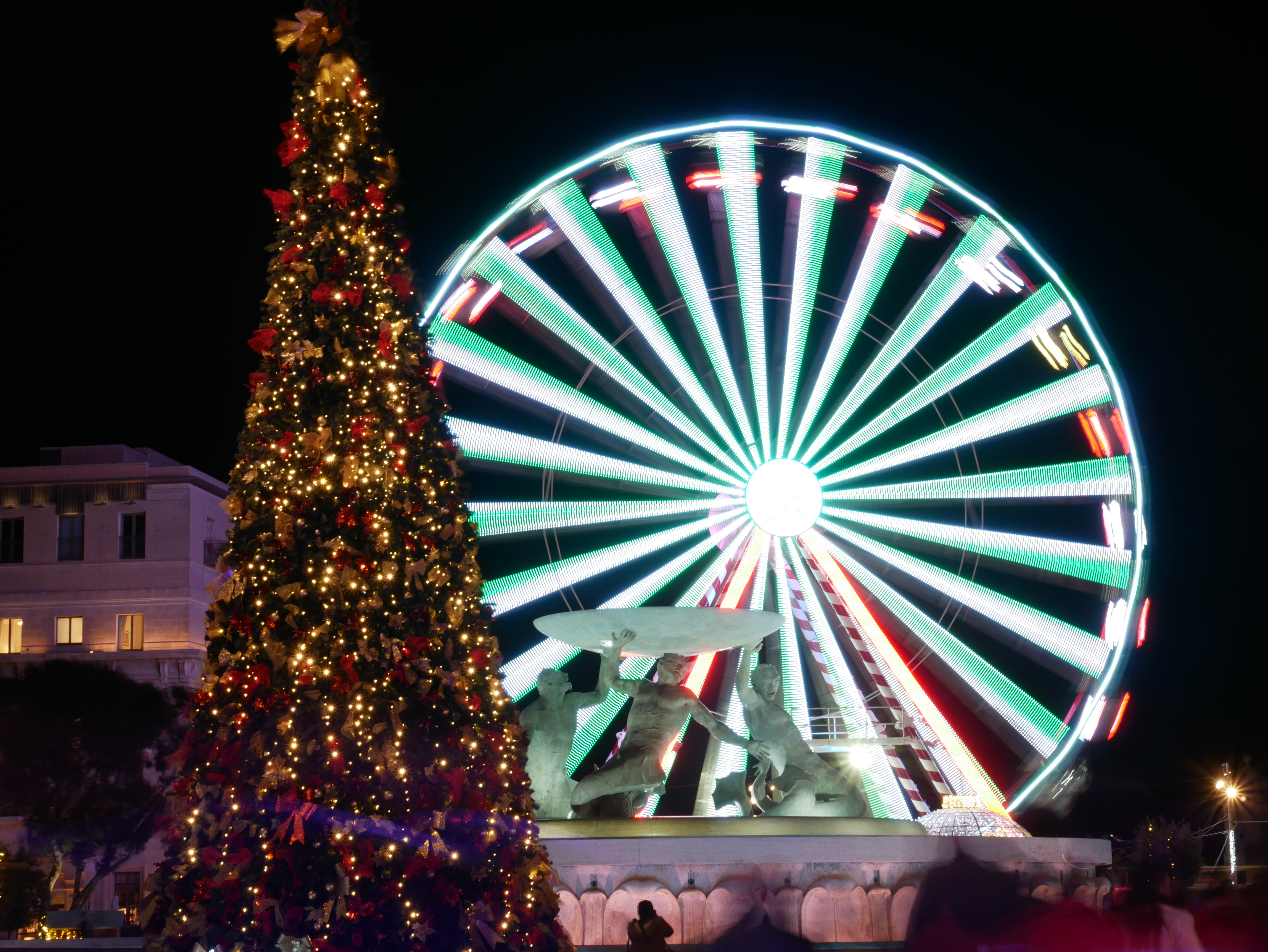
Kerstboom en reuzenrad in Valetta
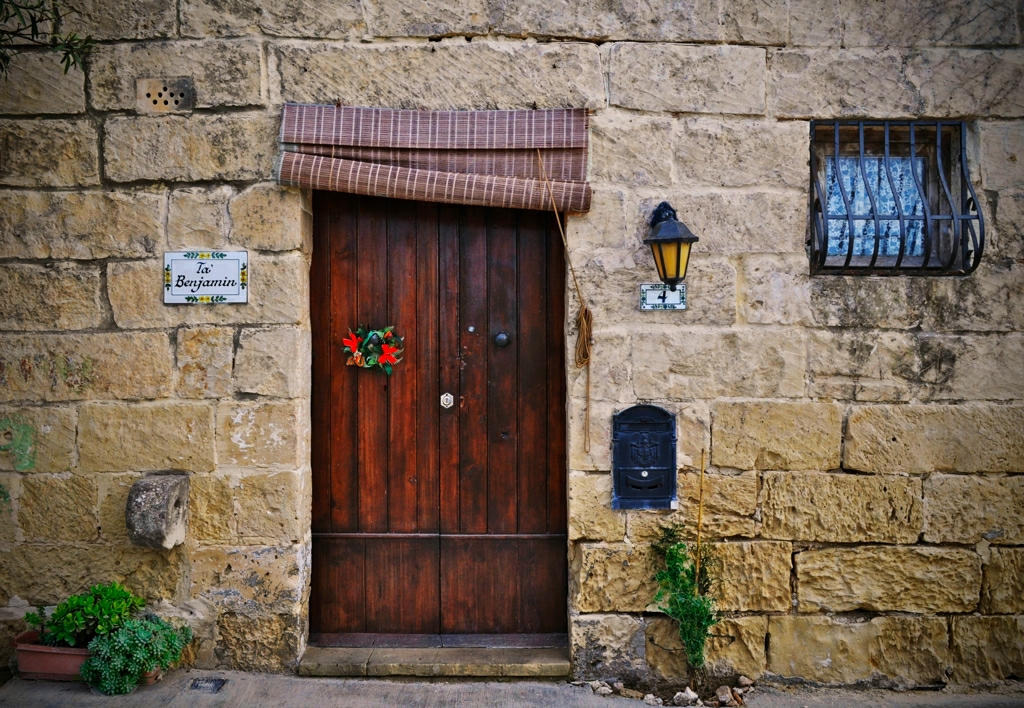
Kerstversiering aan een deur

## Man

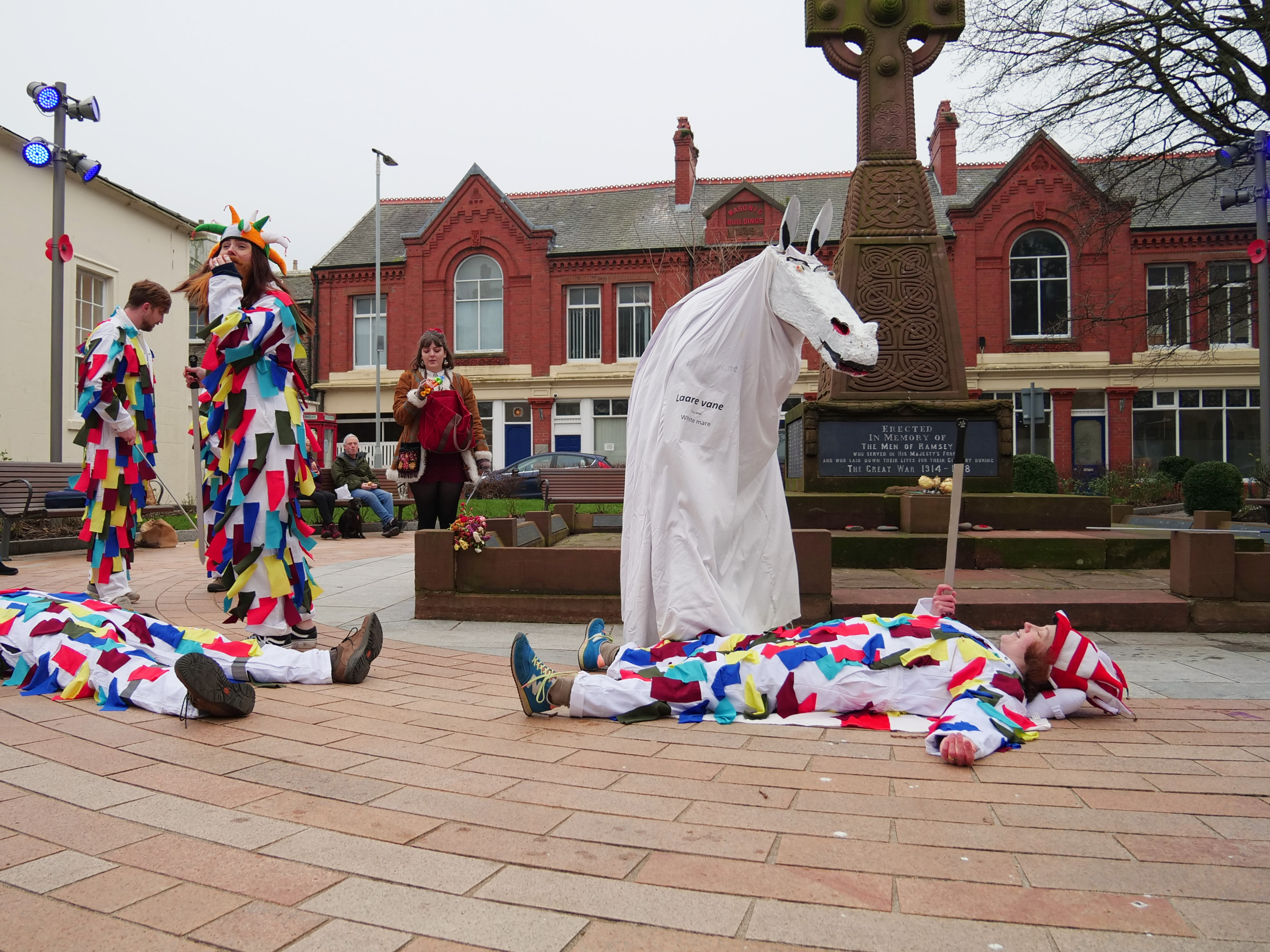
The Laair Vane inspecteert de White Boys tijdens het Manx mummers' play, Man (eiland)

## Mexico

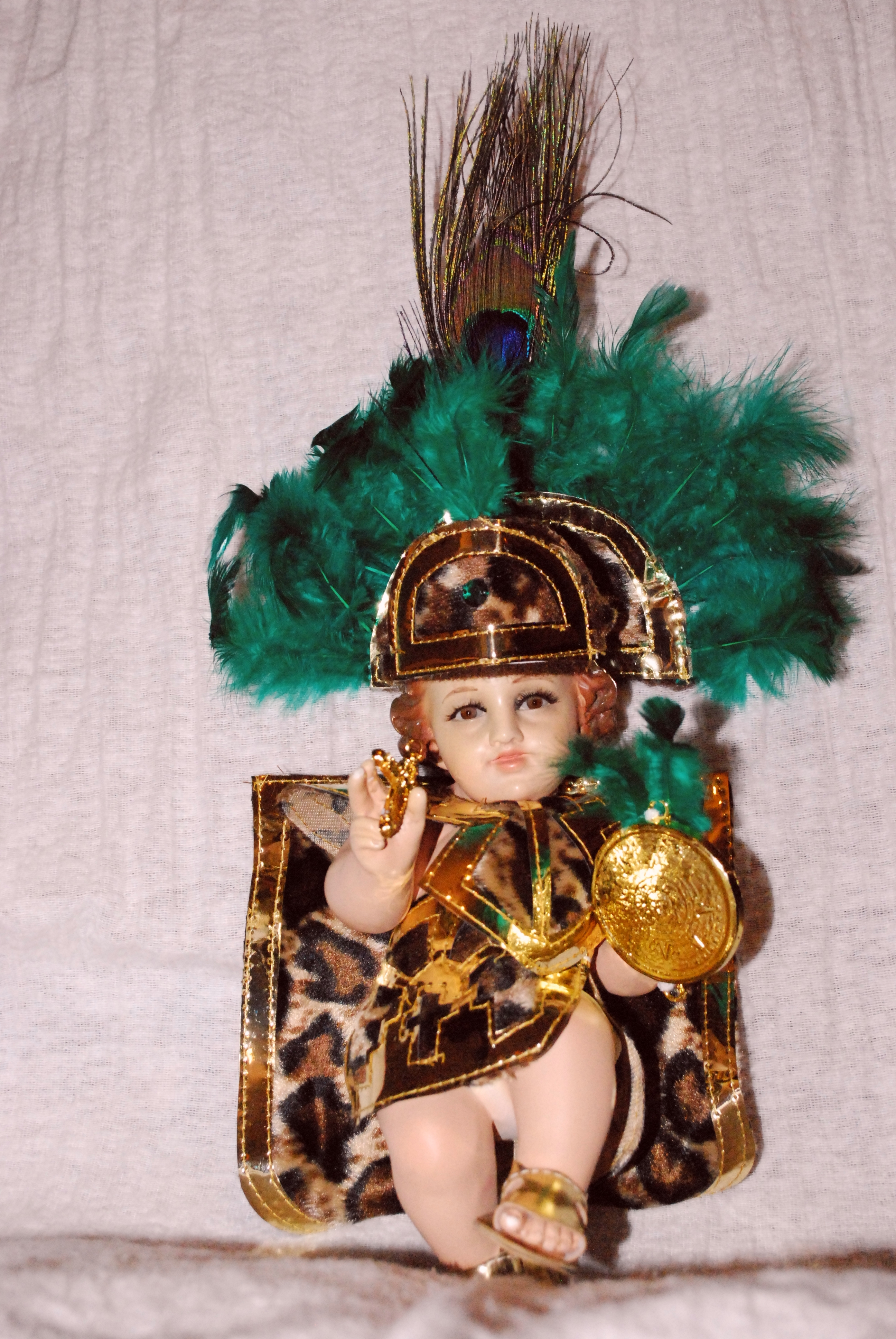
Niño Dios met Aztkeese kleding

In Mexico begint het kerstfeest al op 16 december. Tot 24 december zijn er dan de posada's, wat herbergen betekent. Dat zijn optochten van kinderen en volwassenen, waarbij beelden van Maria en Jozef worden meegedragen naar een huis dragen en vragen om een slaapplek. Er wordt nagespeeld hoe Maria en Jozef op zoek waren naar een logeeradres. Op de laatste dag wordt de baby Jezus meegedragen, die op het einde van de avond in een kribbe wordt gelegd. Daarna begint het feest waar ook piñata wordt gespeeld.
Een Mexicaanse legende verklaart de verbintenis van de kerstster met Kerstmis: Het arme kind Pepita, dat geen cadeau kon kopen om op kerstnacht aan Christus te geven, plukte enkele onkruiden in de wegberm en maakte er een klein boeket van. Het kind was verteld dat een nederige, maar liefdevol gegeven gift aanvaardbaar was in de ogen van God. In de kerk begon het boeket te bloeien met rode en groene bloemen en de kerkelijke gemeente beschouwde dit als een kerstwonder. Vanaf dat moment werd de kerstster in Mexico Flores de Noche Buena genoemd.
Niño Dios (Kindje Jezus) is een traditie van verering van het Kind Jezus in Mexico. Het heeft wortel geschoten vanaf het moment dat het in de  16e eeuw werd geïntroduceerd en later werd gesynchroniseerd met Spaanse elementen om unieke tradities te vormen. Mexicaanse katholieken hebben hun eigen afbeeldingen van het kindje Jezus dat wordt geëerd tijdens de kerstperiode, vooral op kerstavond en Maria-Lichtmis (2 februari). Een traditie die uniek is voor Mexico is om het beeld elk jaar in nieuwe kleding te kleden voor de presentatie tijdens de Lichtmis. Deze kleding kan variëren van afbeeldingen van heiligen, Azteekse kleding, voetballers en meer.
In Mexico komen Driekoningenoptochten voor.

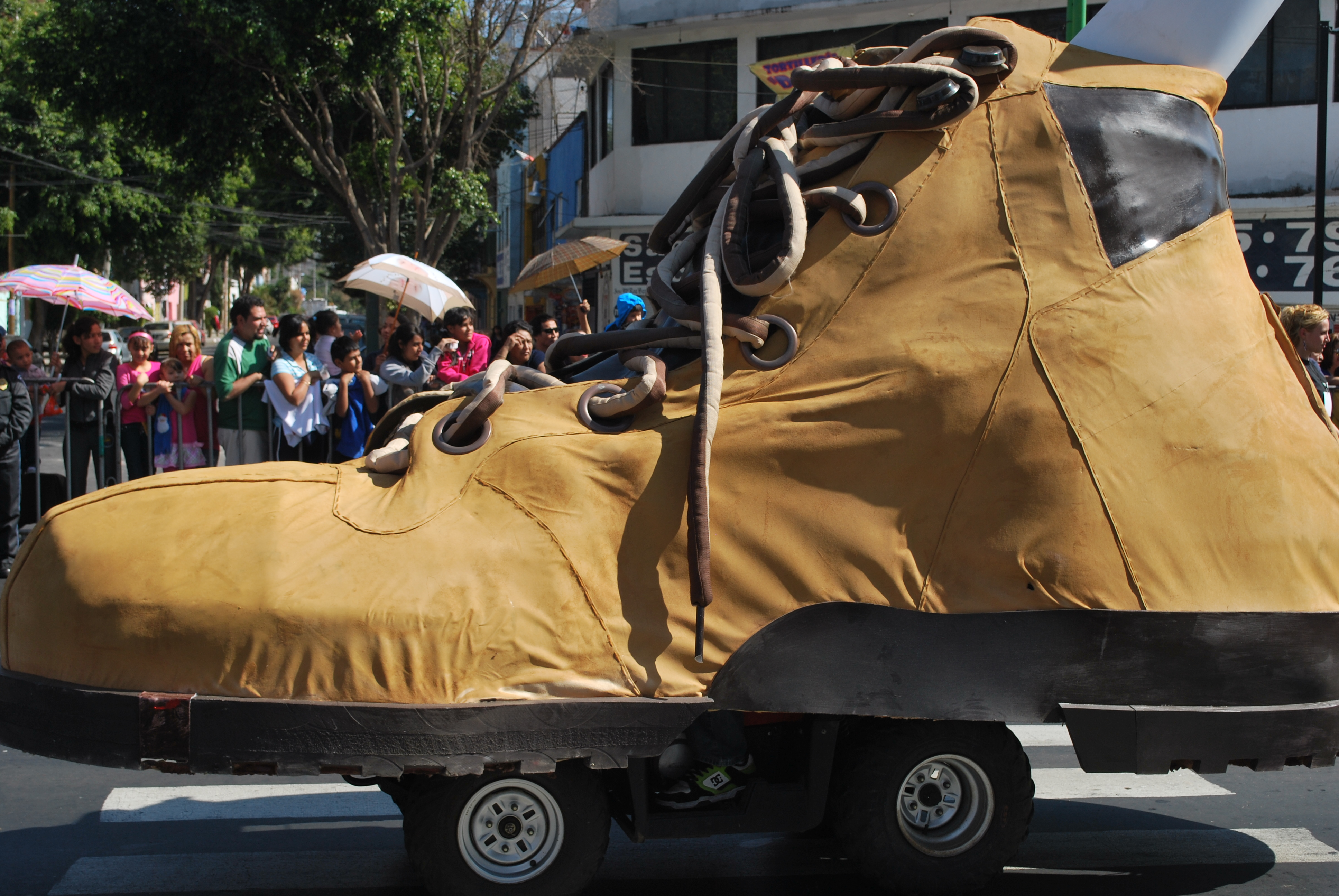
Kerstparade in Mexico City
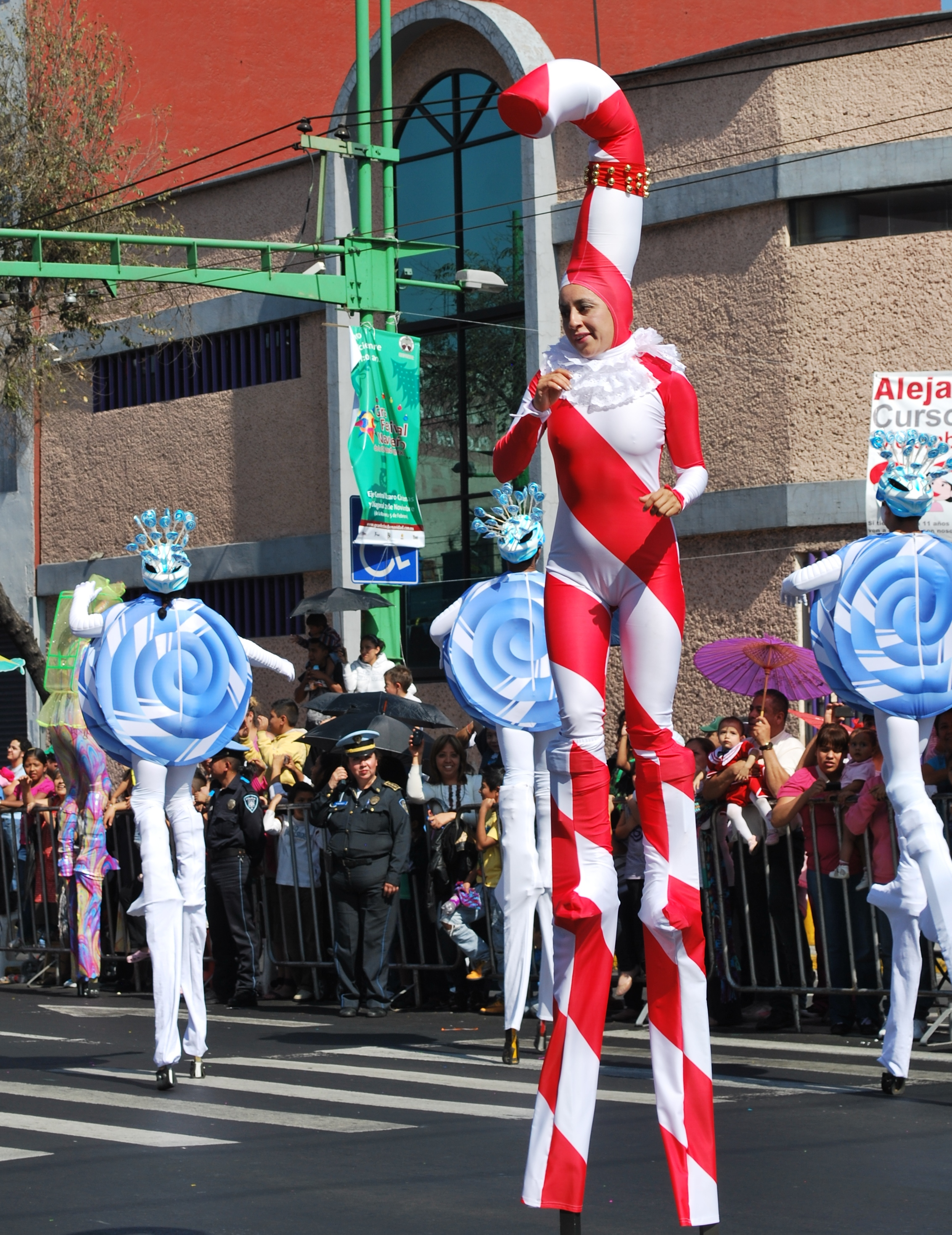
Mensen verkleed als snoepgoed
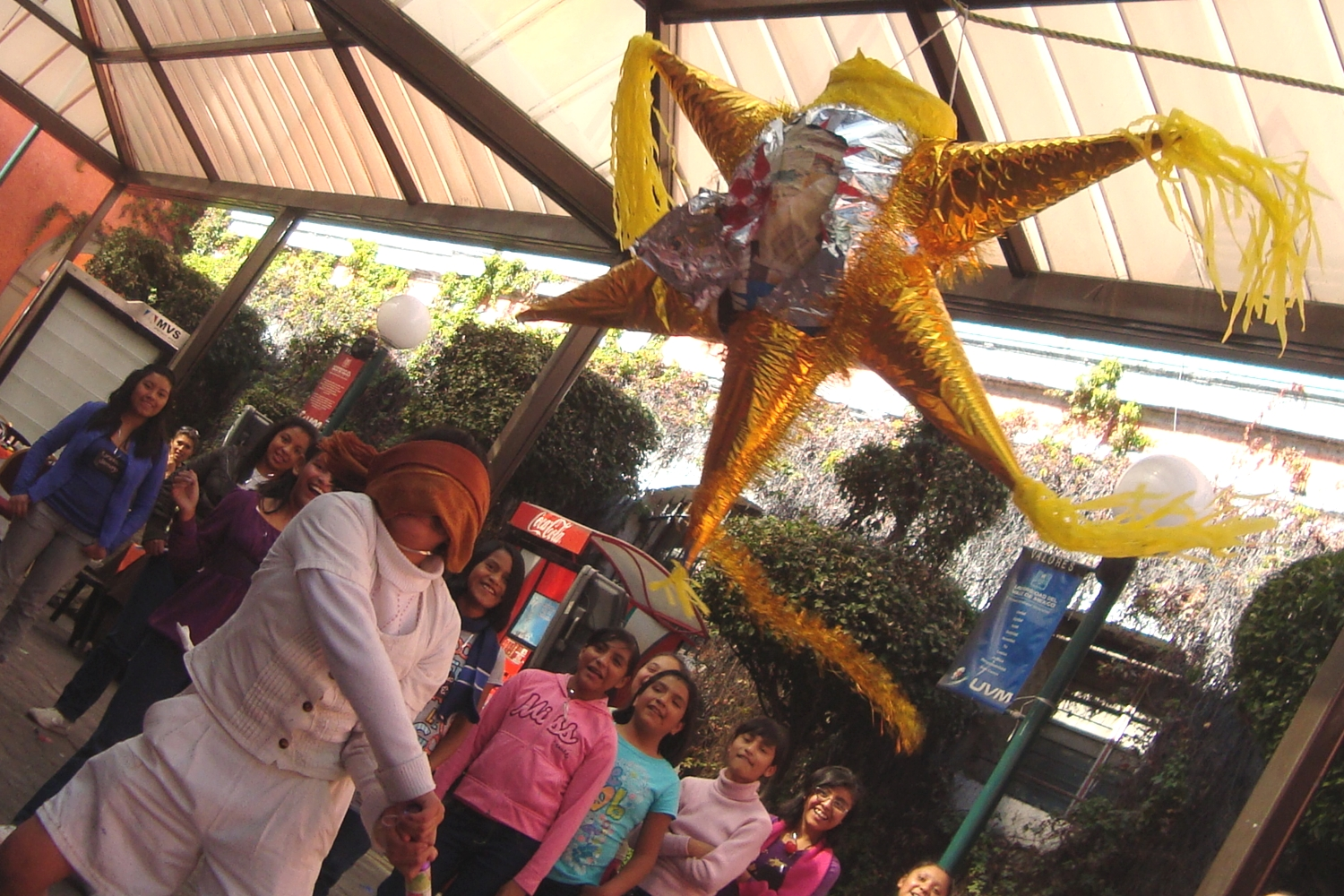
Een jongen slaat tegen een pinata op een posada
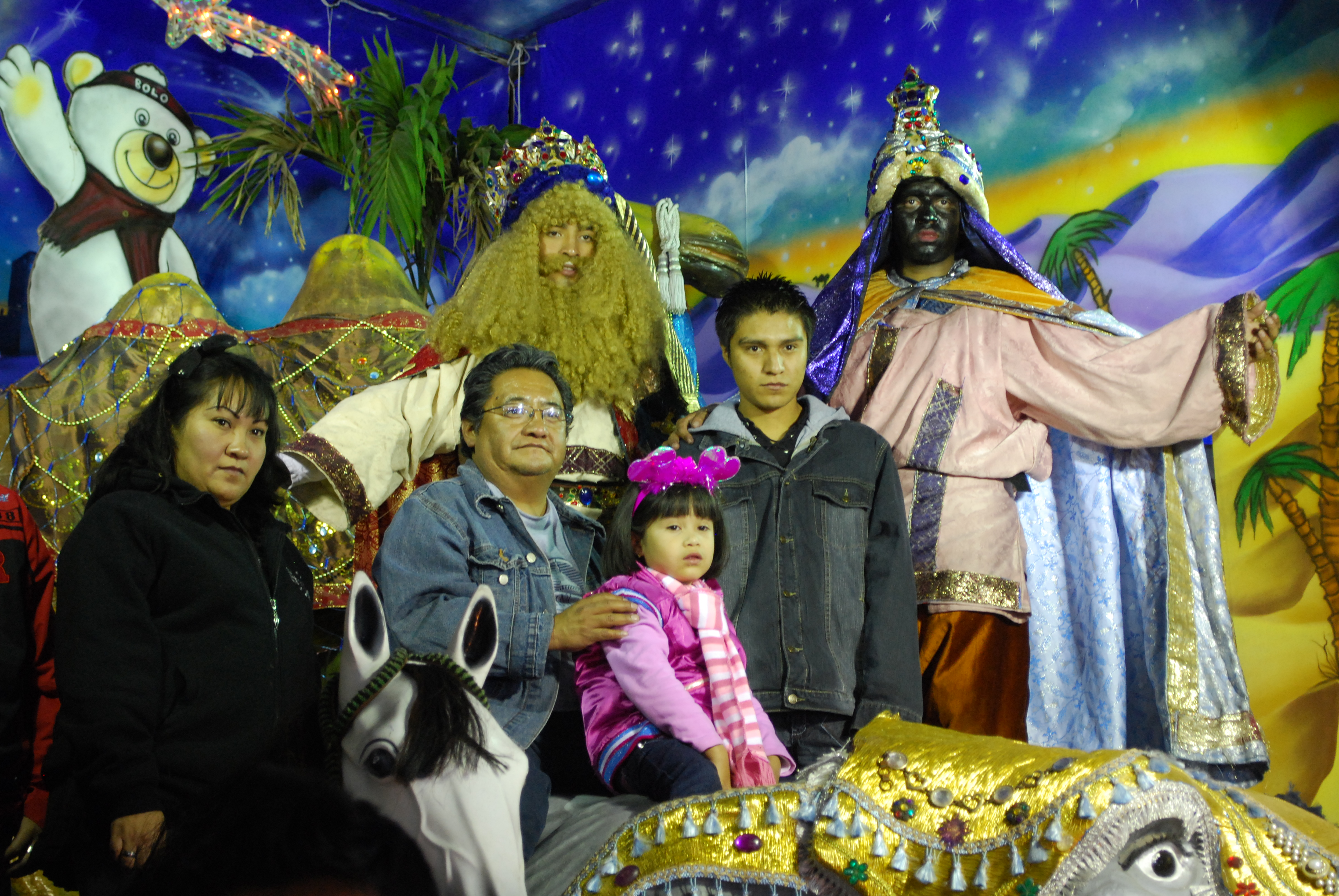
Een familie bij de drie magi
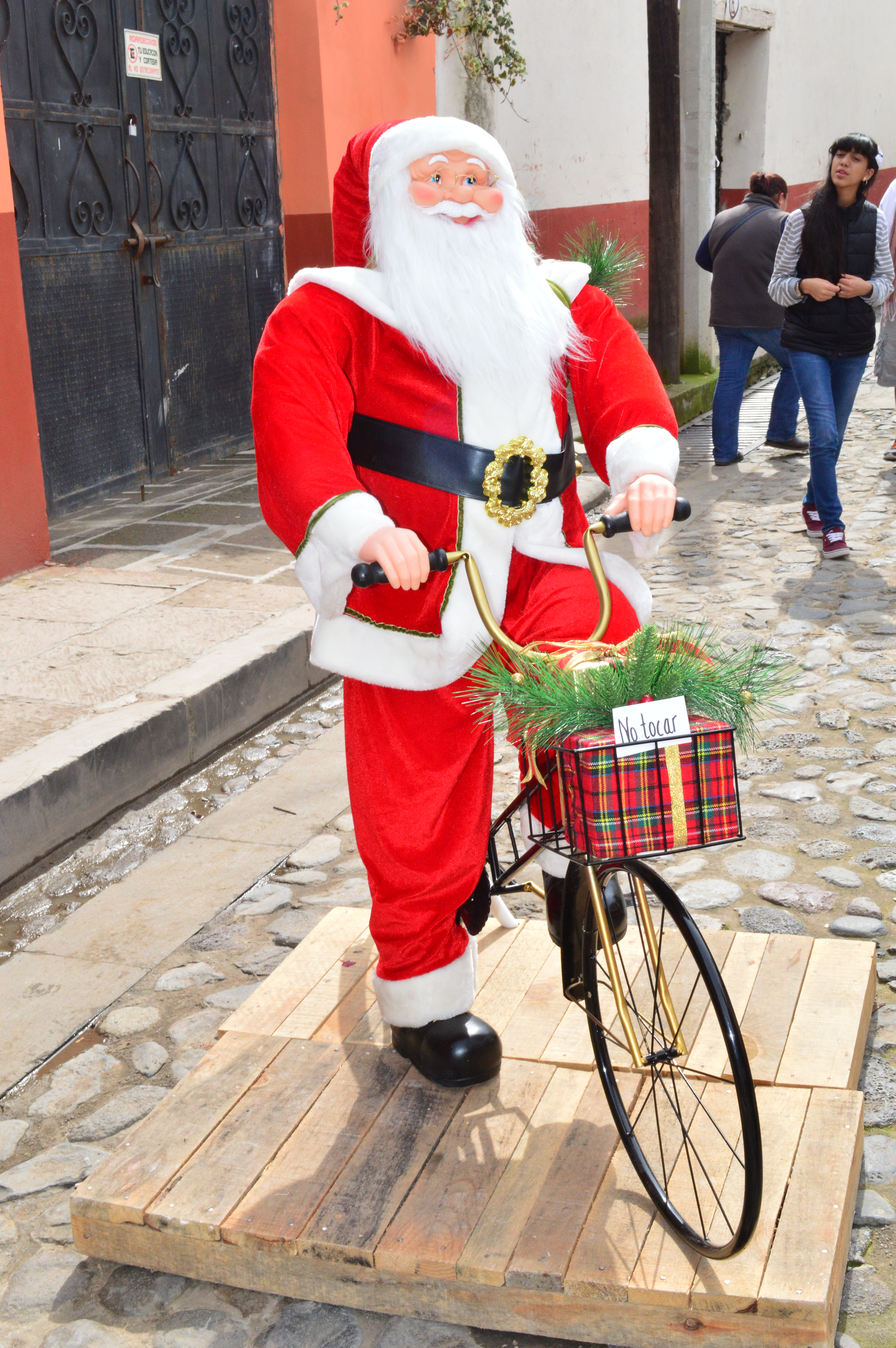
De kerstman in Michoacan
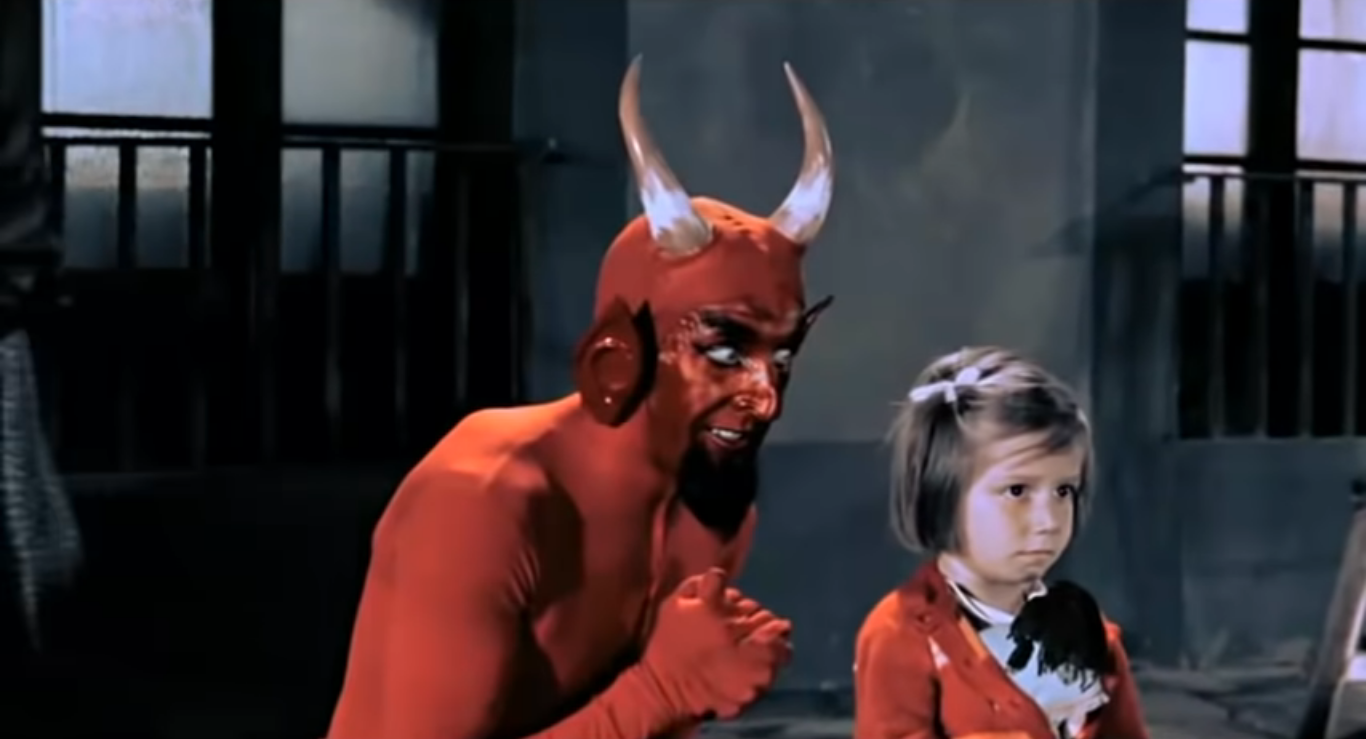
Hoofddemon Pitch in een scene uit de Mexicaanse film Santa Claus, 1959
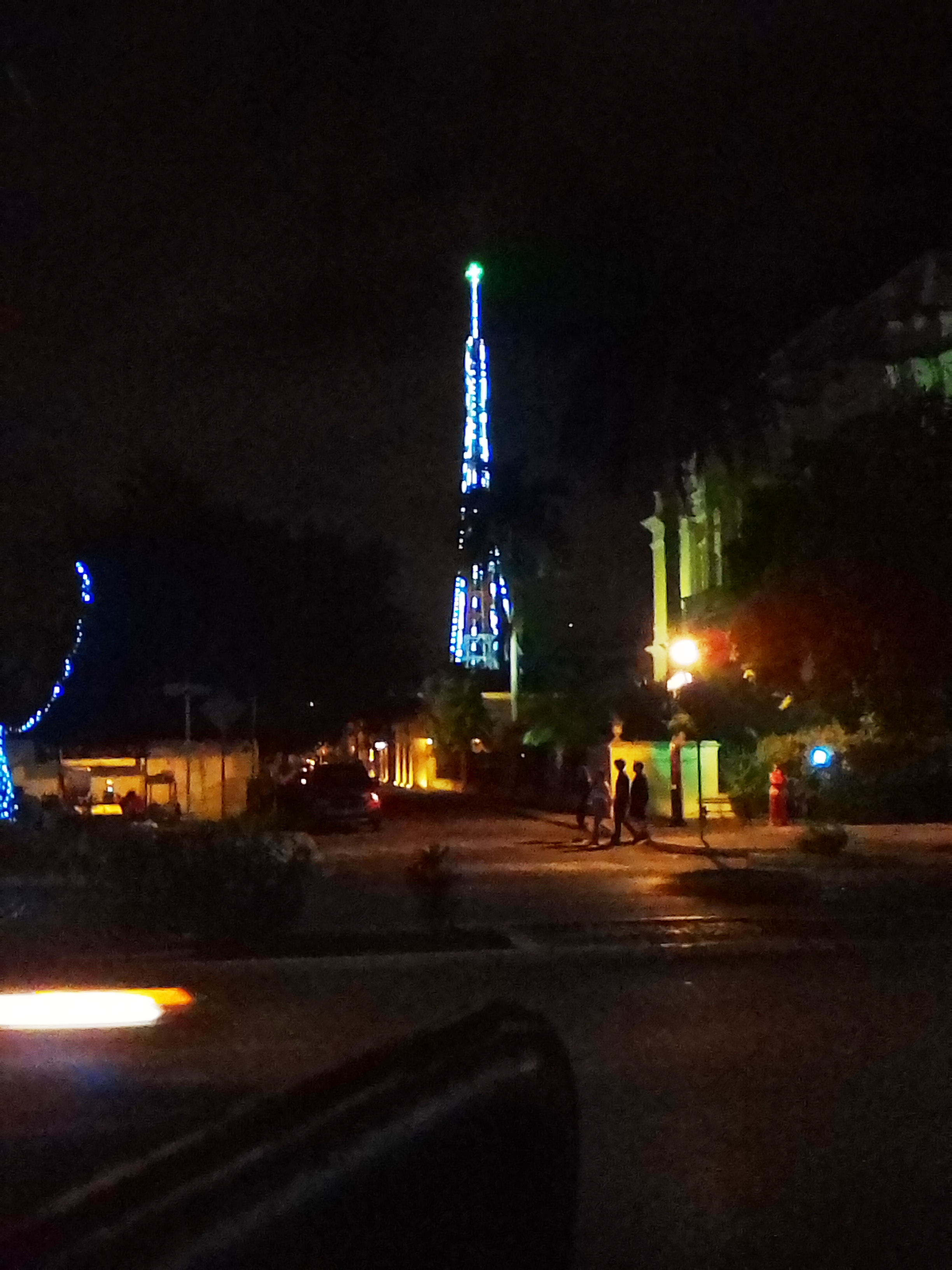
De antenne van de Sipse Group in Yucatán wordt tijdens de kerstperiode verlicht
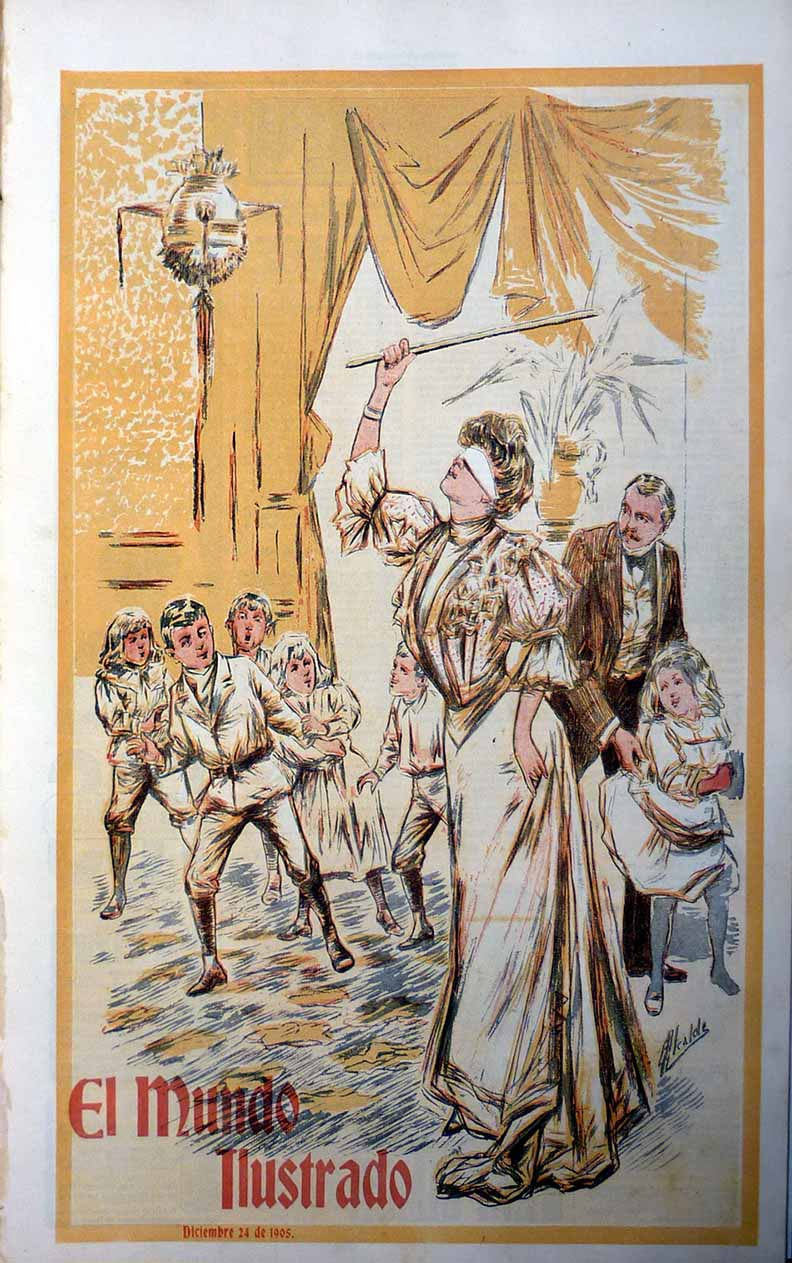
Las Posadas in het tijdschrift El Mundo, 24 december 1905
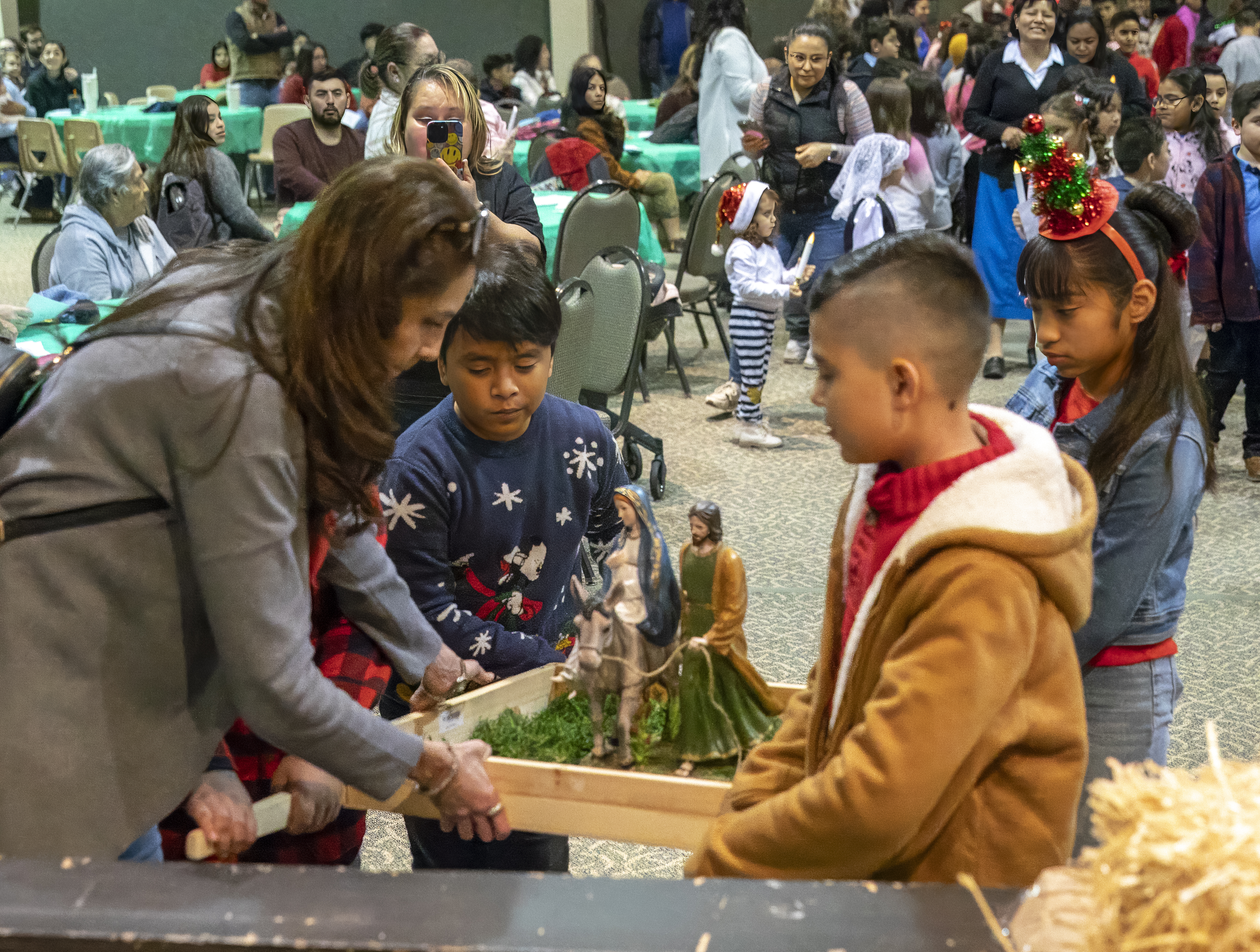
La Posada, 2023
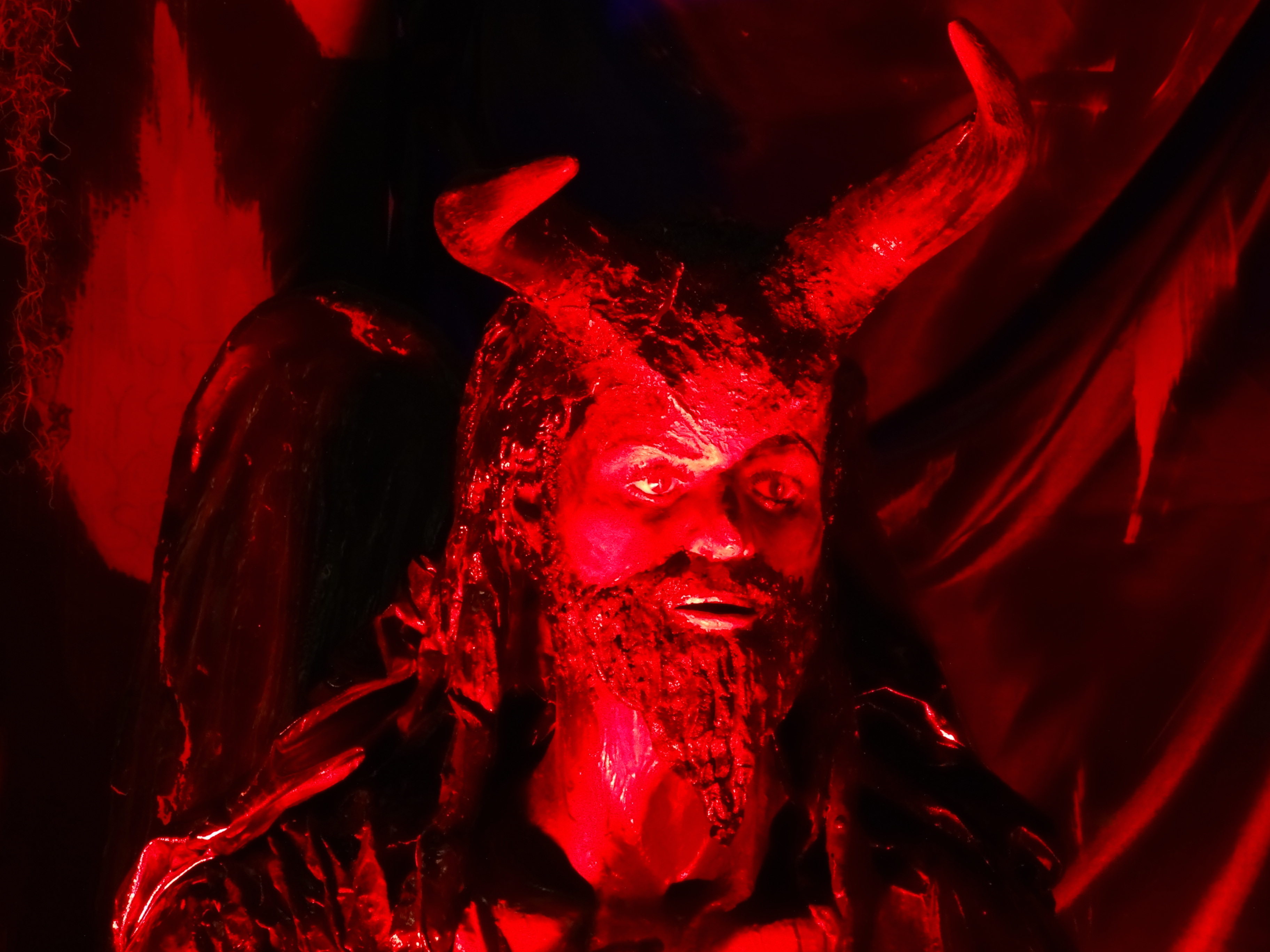
La Noche Buenain Queretaro
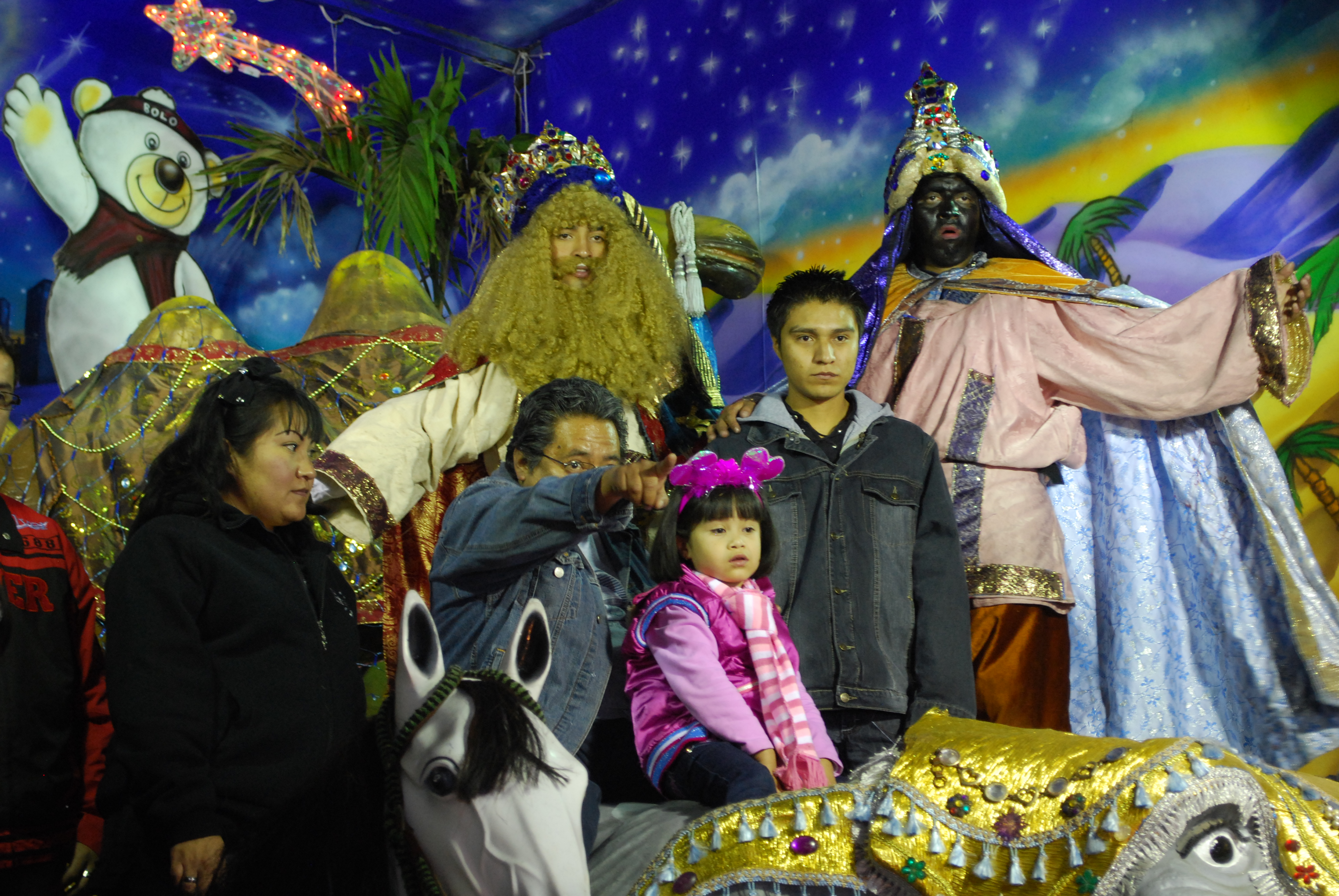
Een familie bezoekt de drie wijzen op de nacht voor Driekoningen, 5 januari 2013
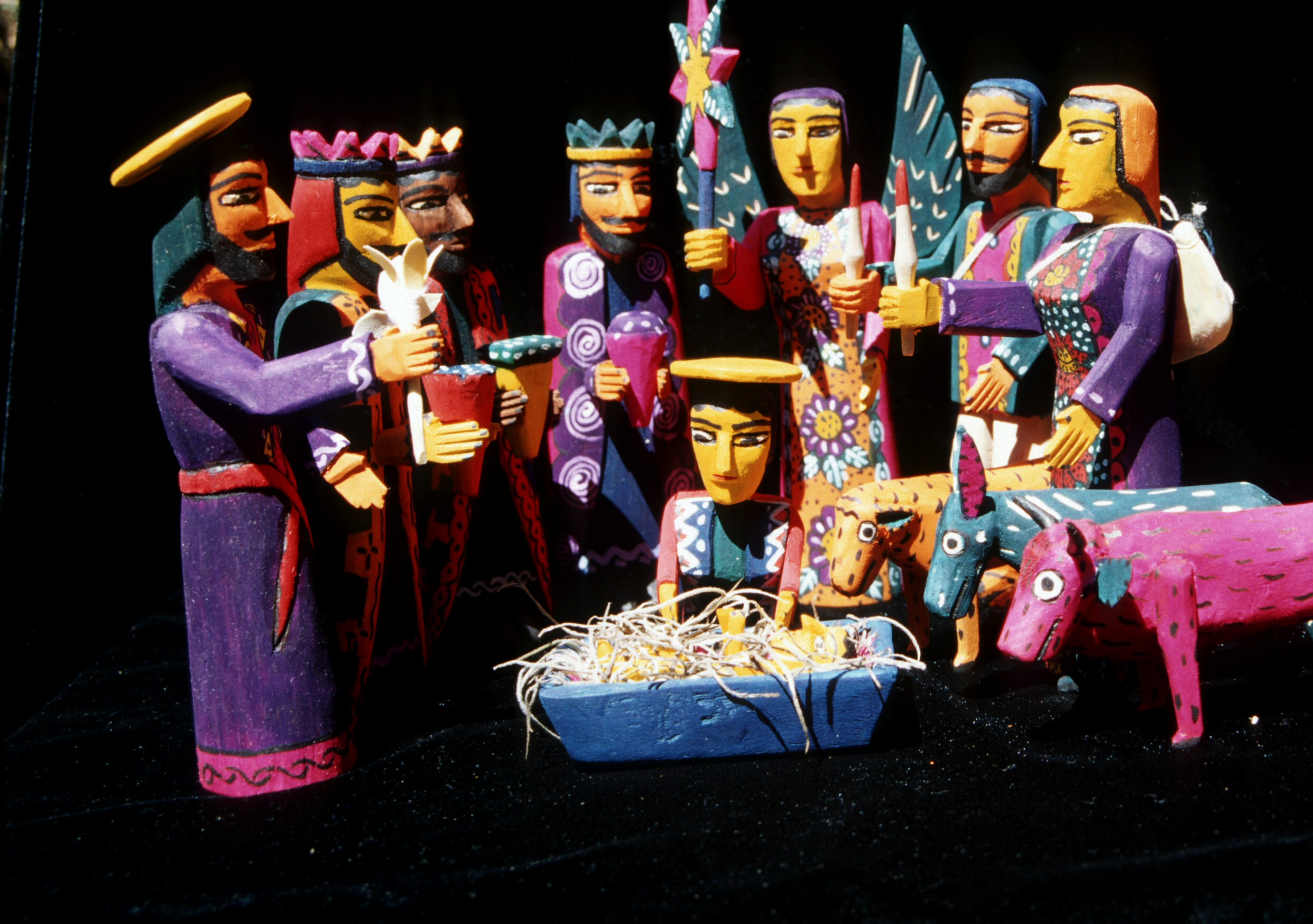
Kerststal

## Moldavië

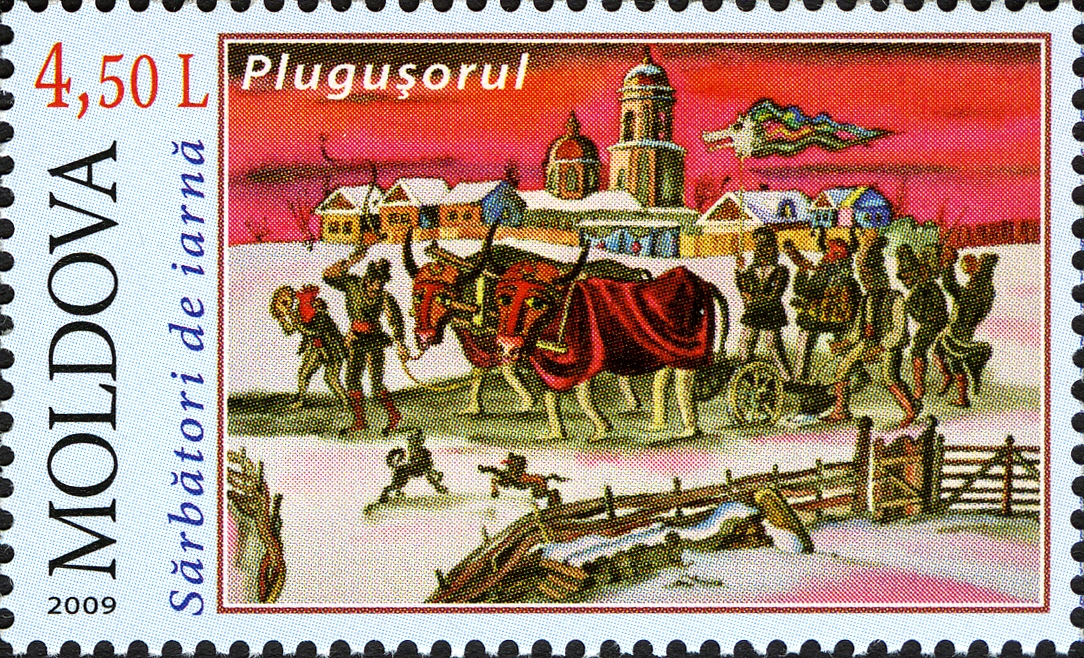
Colindă (Moldavisch ritueel lied voor Kerstmis) met een ploeg is een kerstgebruik in Moldavië

In Moldavië worden cadeaus gebracht door Ded Moroz en/of engelen.

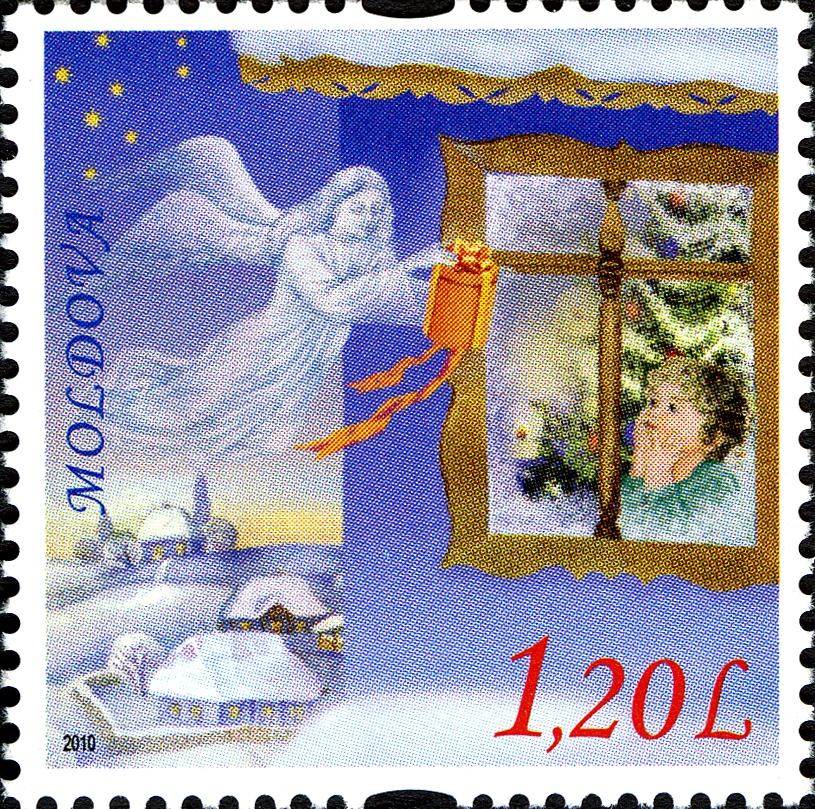
Kerstpostzegel waarbij een engel de kerstcadeaus brengt, 2010
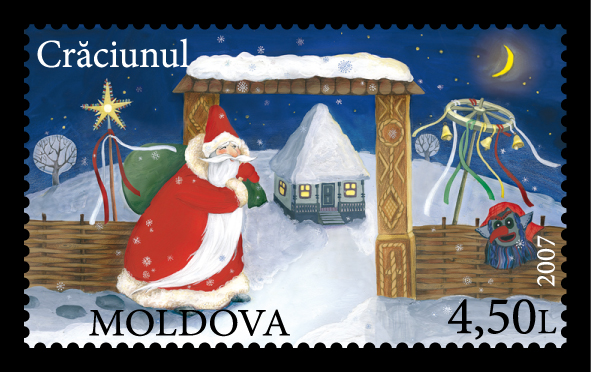
Kerst-postzegel met Ded Moroz en traditionele kerstversiering uit Moldavië, 2007
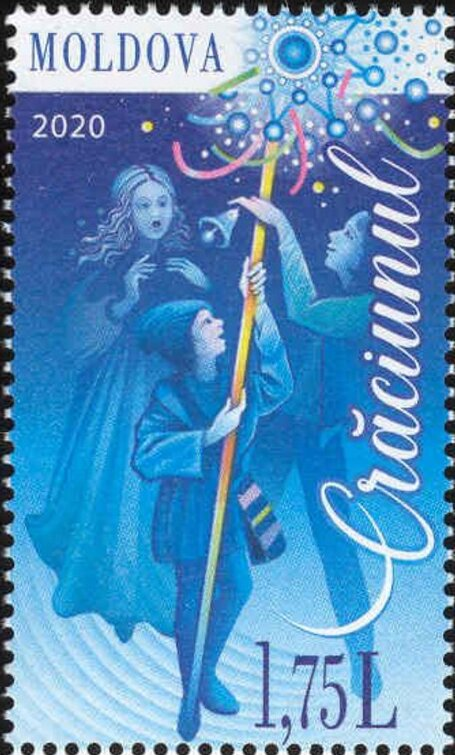
Kerstpostzegel uit 2020
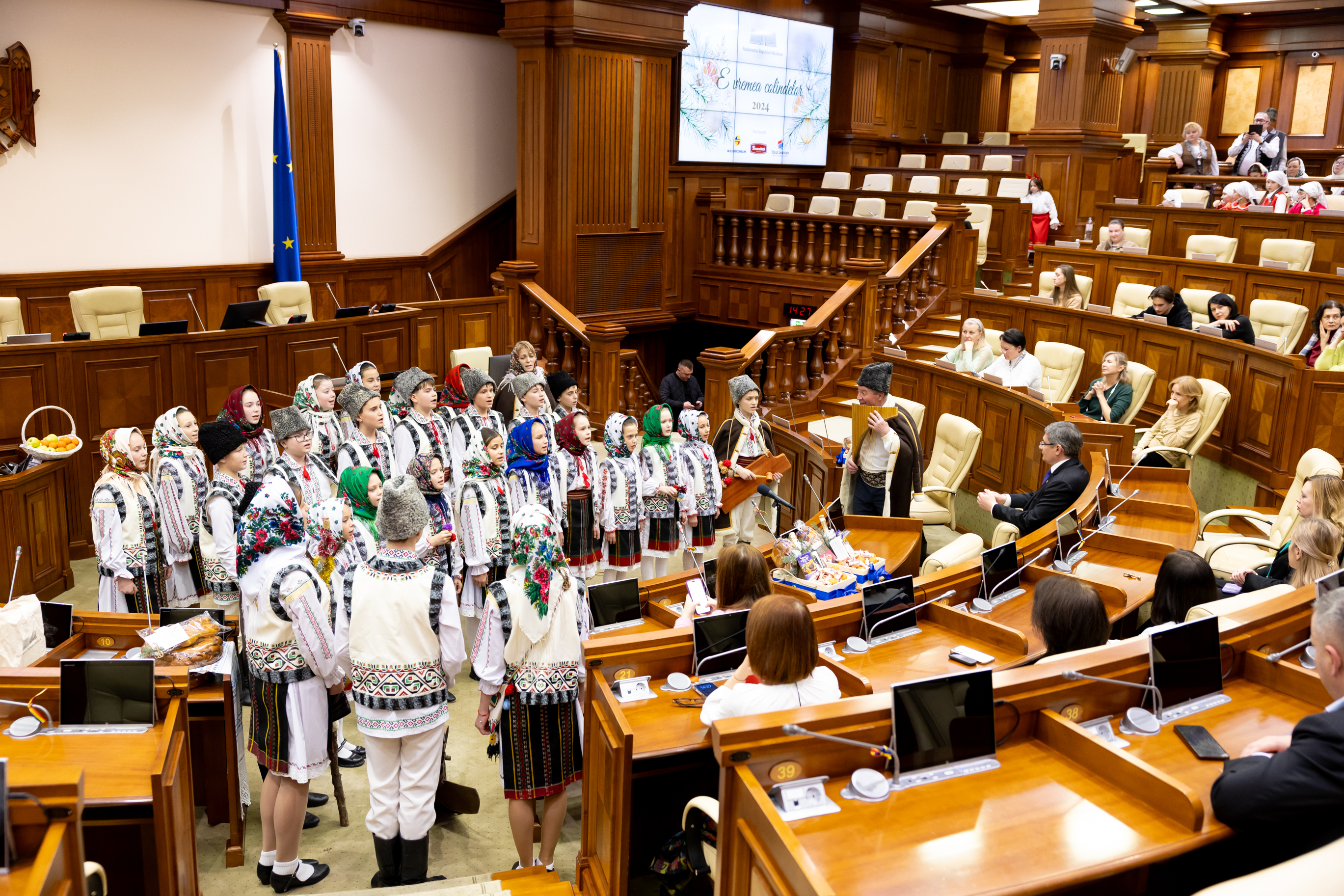
E vremea colindelor, 2024

## Monaco

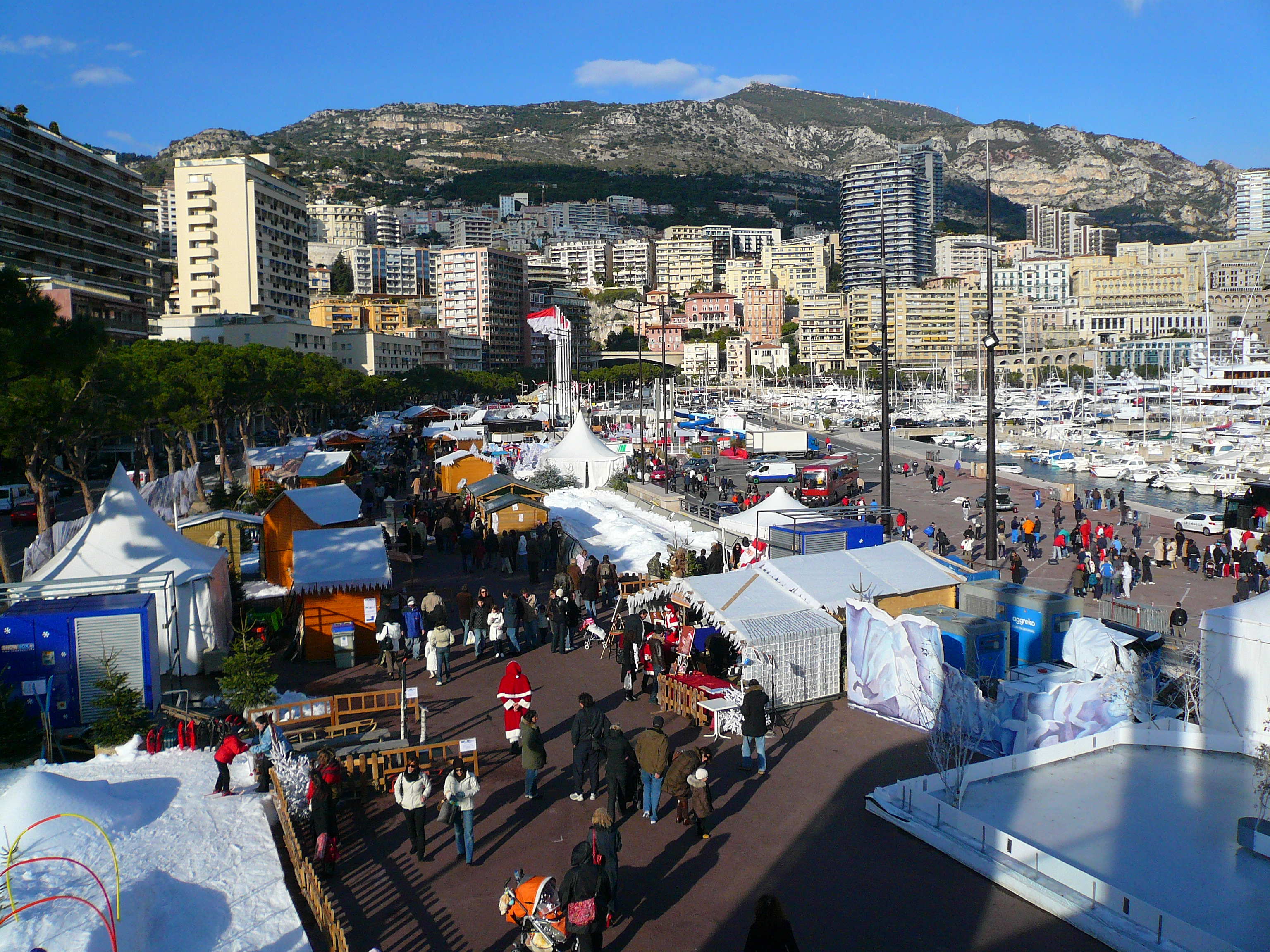
Kerstmarkt in Monaco

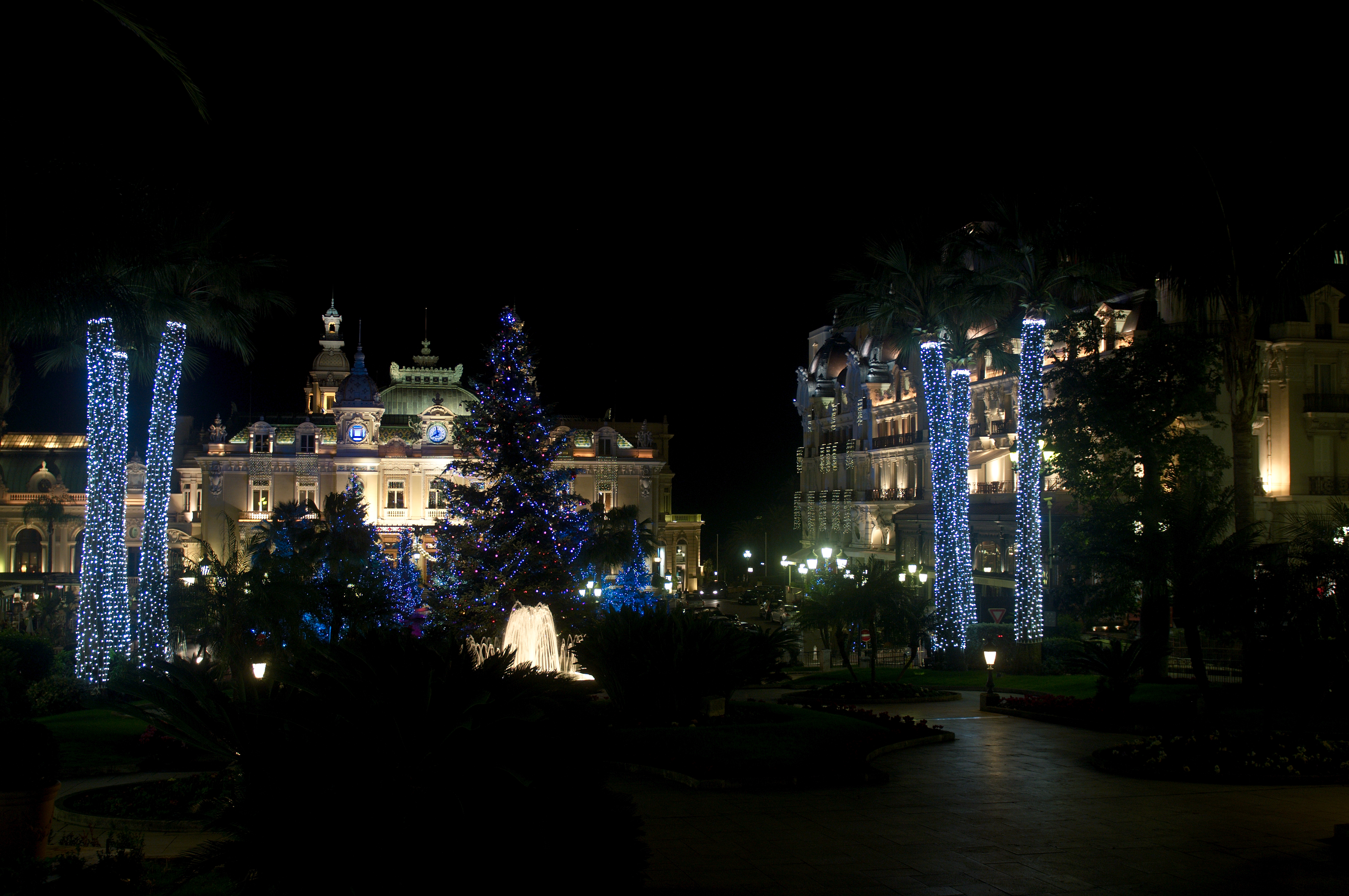
Kerstversiering in Monaco
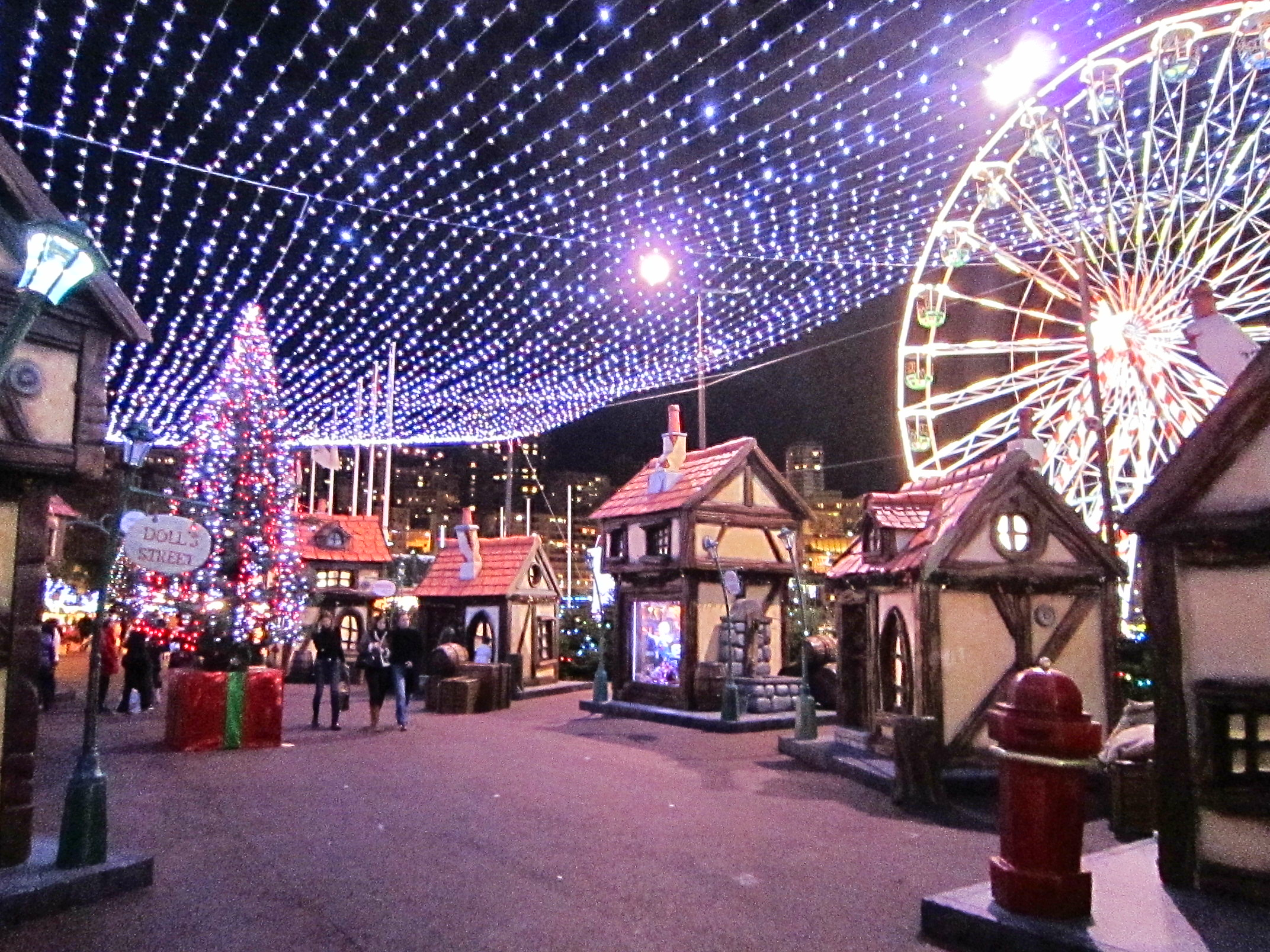
Kerstversiering in Monte-Carlo
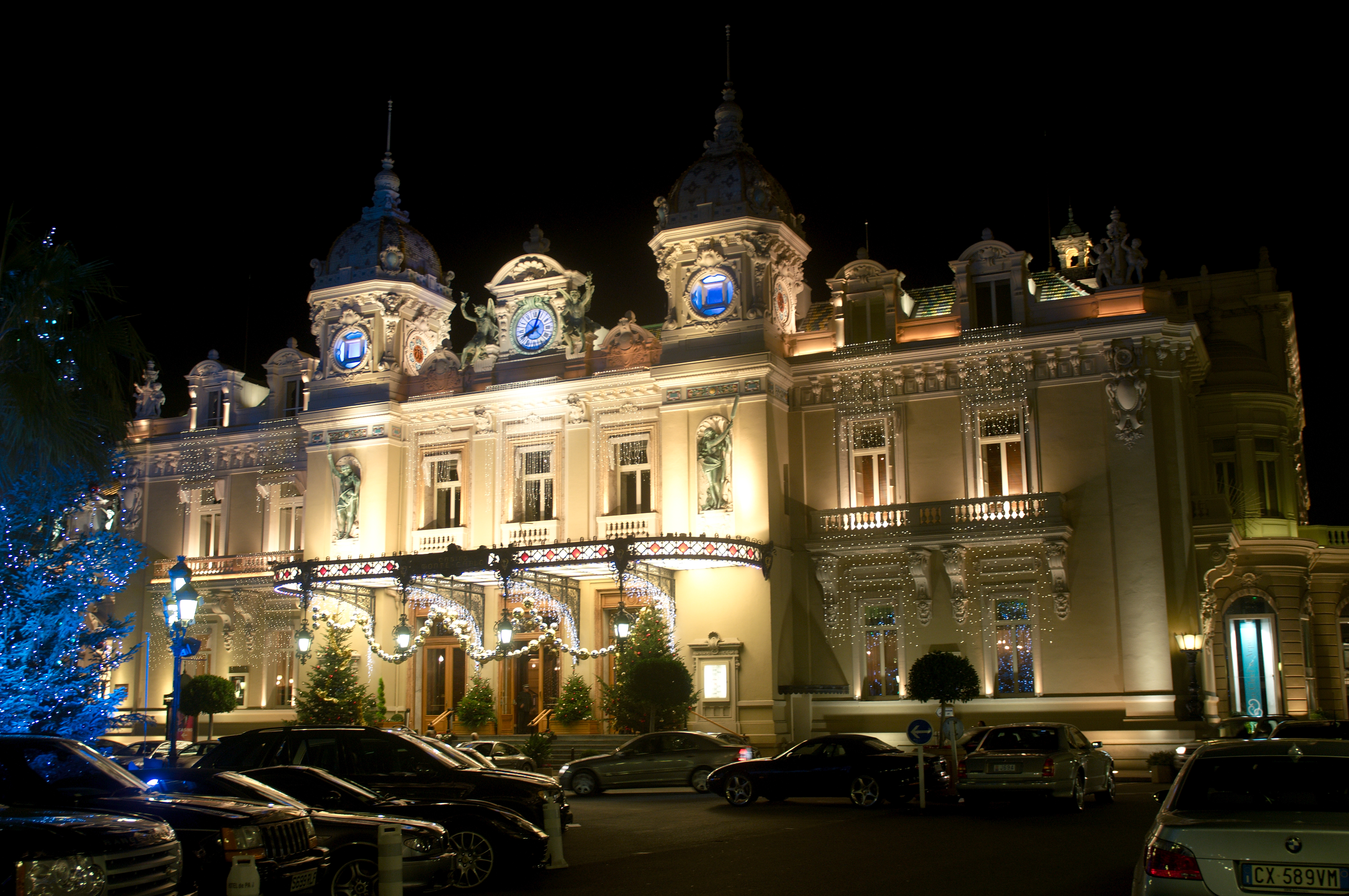
Het Monte Carlo Casino is versierd voor de kerstperiode

## Mongolië

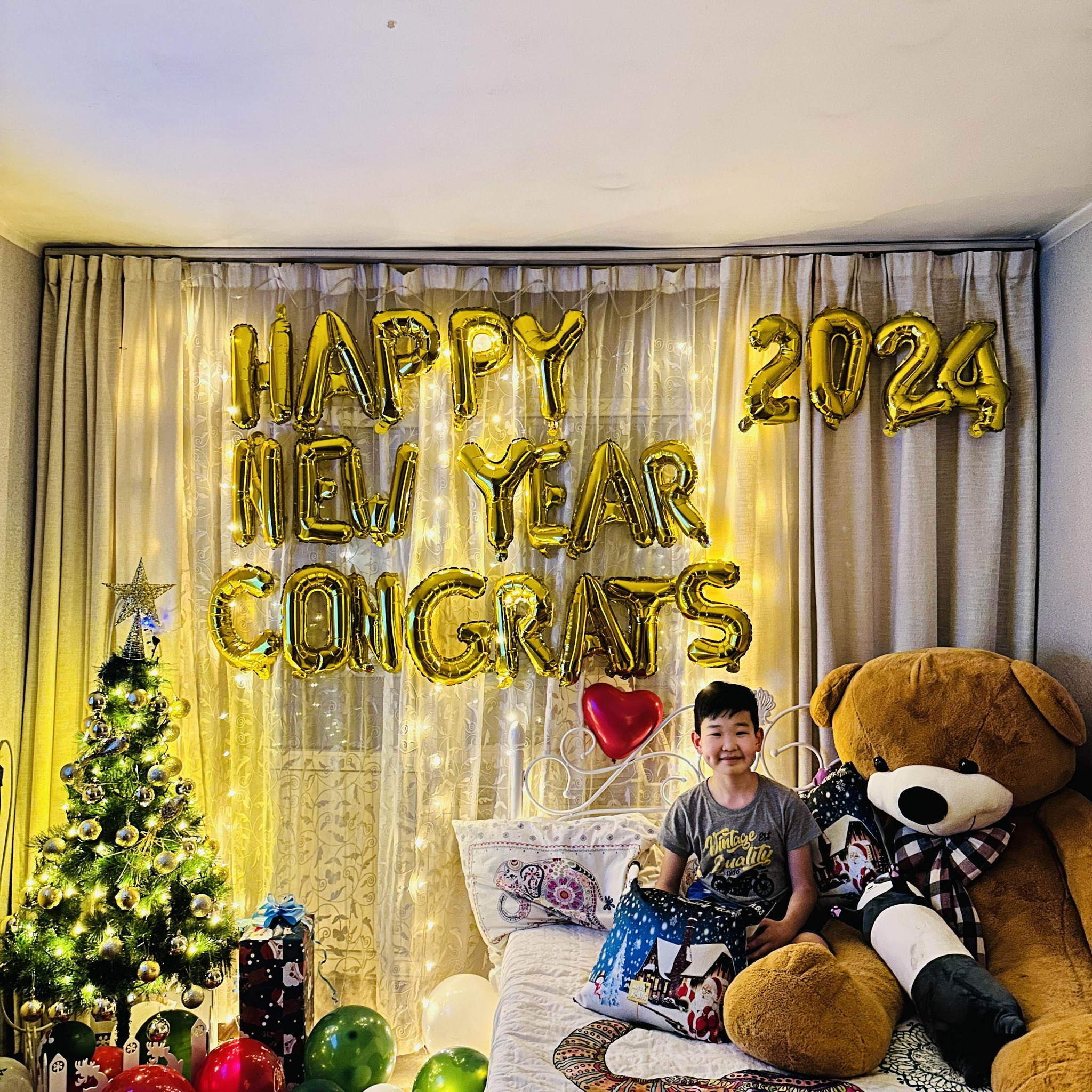
Kerst in Mongolië

## Mozambique

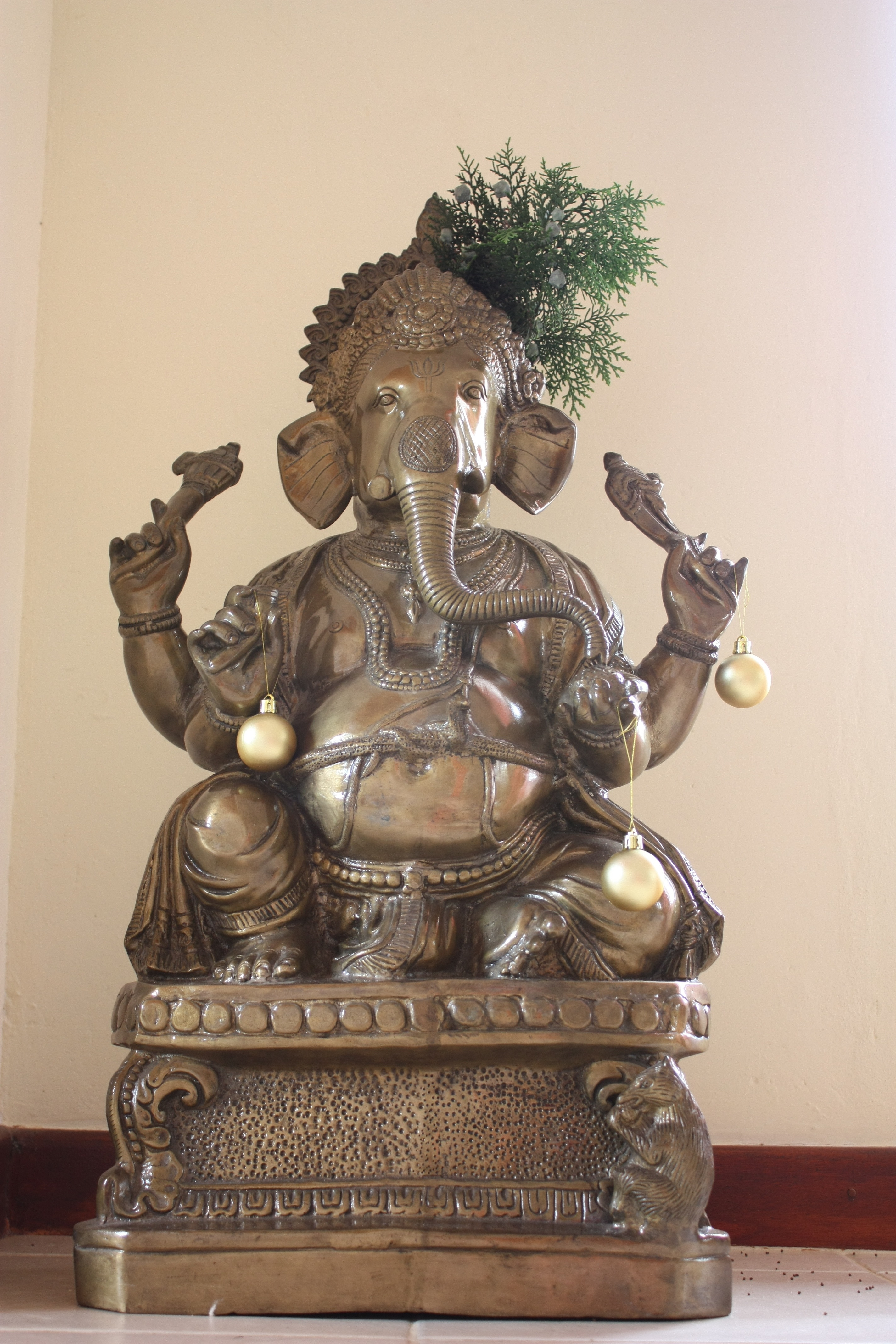
Ganesha met kerstversiering in Mozambique
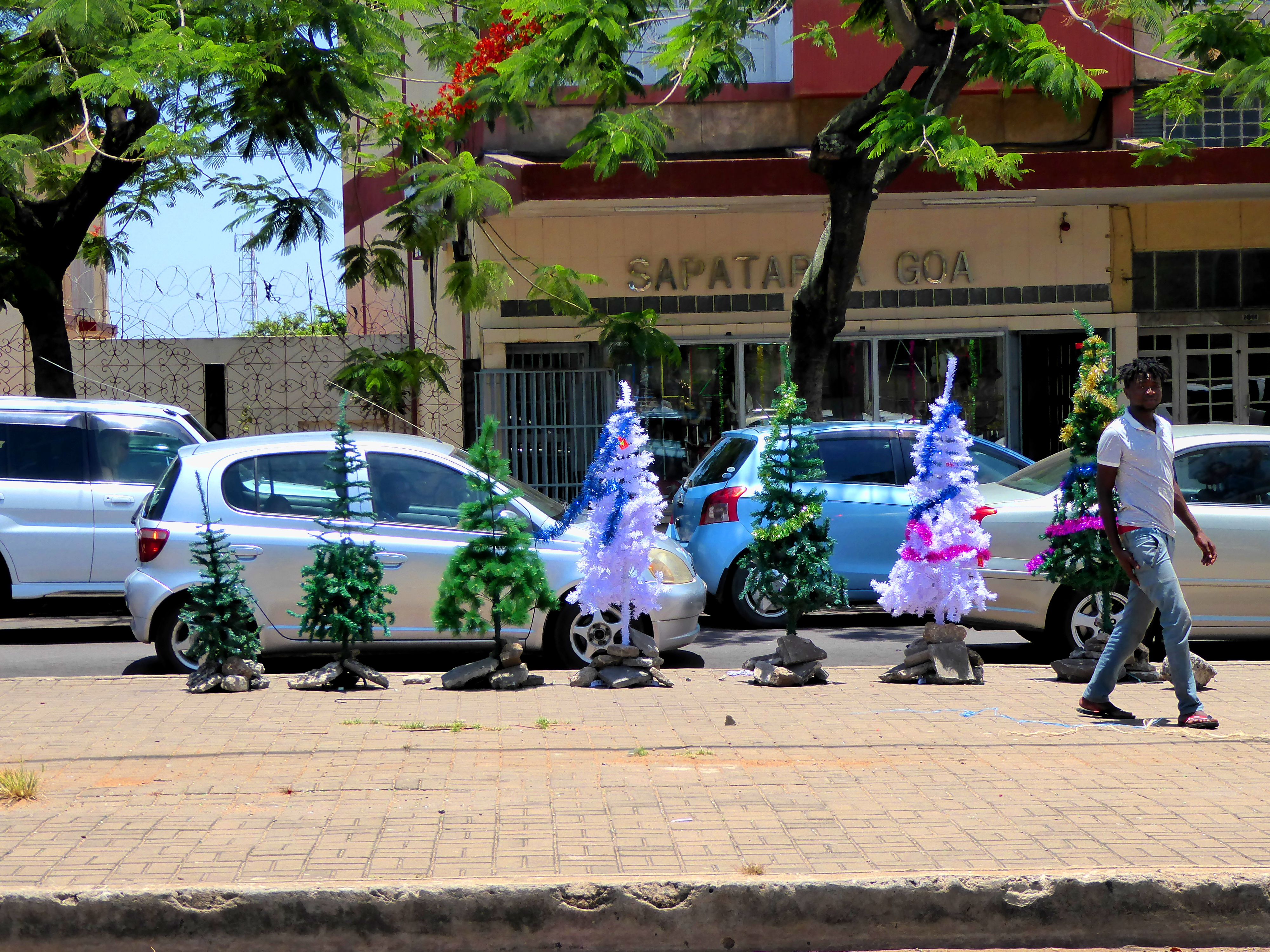
Kerstboomverkoop op straat in Maputo

## Nederland

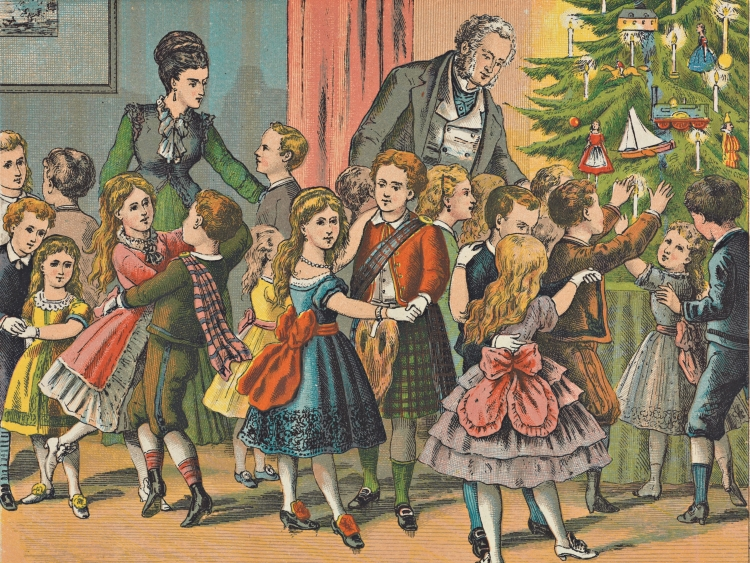
Woonkamer vol keurig geklede kinderen die bij de kerstboom dansen, 1877

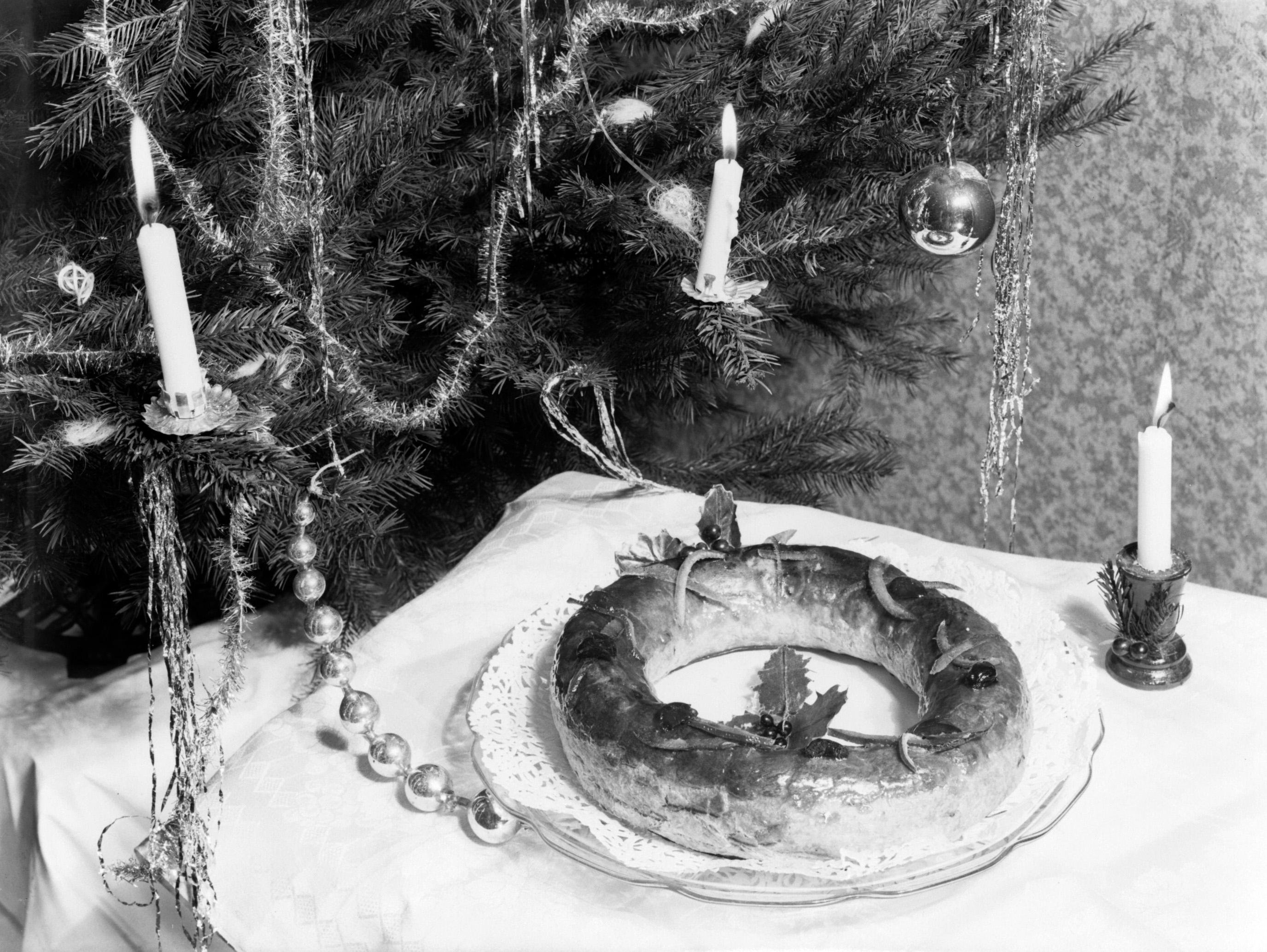
Versierde kerstboom met brandende kaarsjes, engelenhaar en kerstballen en daarnaast een tafel met daarop een boterletter in de vorm van een kerstkrans, Nationaal Archief, 1931

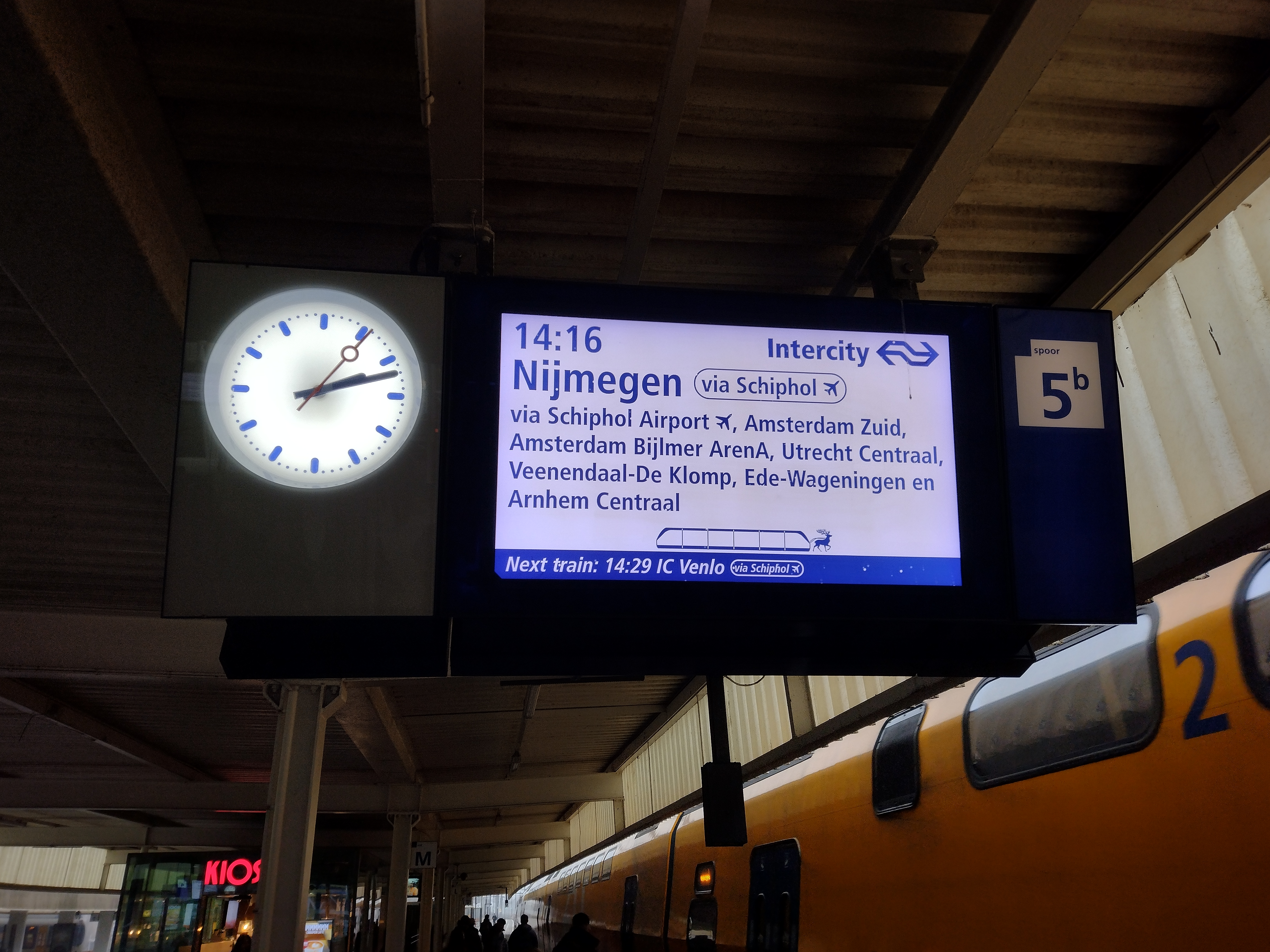
Informatiebord van de Nederlandse Spoorwegen; op het scherm en wordt met een rendier aangegeven welke kant de trein op rijdt, 26 december 2024

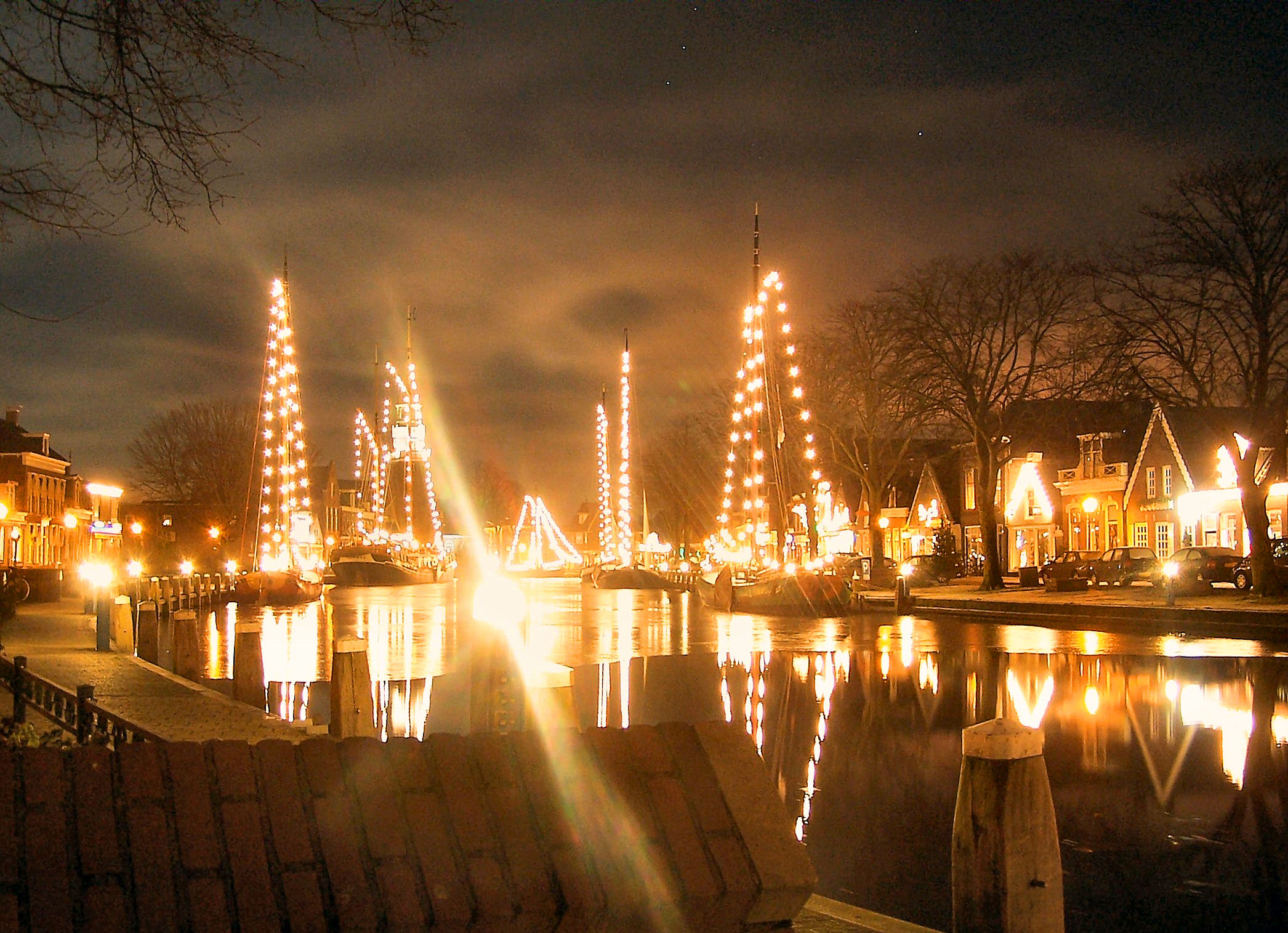
Versierde schepen de kerstperiode in Lemmer

In Nederland zijn er, net als in sommige andere Europese landen, twee kerstdagen. In 1964 werd vastgesteld dat zowel eerste als tweede kerstdag officiële feestdagen waren.
In de week voor kerst worden er in veel kerken en instellingen kerstzangdiensten met bekende kerstliederen gehouden. Er zijn ook klassieke muziekuitvoeringen van onder meer het Weihnachtsoratorium.
Naast het traditionele kerstdiner wordt er twee dagen lang veel gegeten en gedronken, en ook wisselt men soms geschenken uit. Typische kerstgerechten zijn de kerststol, de boterletter en het kerstkransje. Ook worden kerstkransjes wel in de kerstboom gehangen in Nederland. In de Zaanstreek is de duivekater bekend (het brood zou zijn naam danken aan het verjagen van de duivel door katten te offeren in de Romeinse tijd) en Rotterdam kent het kruidbroodje.
Met kerst gaan relatief veel mensen met een christelijke achtergrond naar de kerk. De Rooms-Katholieke Kerk houdt een kerstnachtdienst op kerstavond (24 december). In veel Protestantse Kerken is dit sinds een aantal jaren ook gebruikelijk. Vaak worden er nog aparte kinderkerstdiensten georganiseerd. Ook de ochtenddienst op eerste kerstdag (25 december) wordt druk bezocht; er worden kerstliederen gezongen en de kinderen krijgen extra aandacht.
Tweede kerstdag is de dag voor bezoek aan familie, een woonboulevard of kerstmarkt.
In het oosten van Nederland is het op sommige plaatsen traditie om tussen de eerste zondag van de Advent en Driekoningen op de midwinterhoorn te blazen. Sint-Thomasluiden is ook een oud gebruik dat uitgevoerd wordt in de kerstperiode, het komt niet meer op veel plaatsen voor. Het heeft overeenkomsten met kloksmeer. In het verleden mochten kinderen hun ouders of leraren buitensluiten tot ze getrakteerd werden (op wat lekkers of een verhaal) op 21 december. In volksverhalen en in het volksgeloof is deze tijd een tijd van magie, zie bijvoorbeeld Het verhaal van Schele Guurte.
De koning(in) houdt een kersttoespraak. In Deventer vindt het Dickens Festijn plaats. De kerstmarkt in de Gemeentegrot van Valkenburg is Europa's grootste ondergrondse kerstmarkt en in Maastricht wordt Magisch Maastricht georganiseerd. Kerst met de Zandtovenaar is een evenement dat jaarlijks rond kerst wordt gehouden, steeds op een andere locatie.
Op veel plekken vindt de kerstboomverbrandingen plaats, ze komen voort uit de eeuwenoude traditie om het nieuwe jaar in te luiden met nieuwjaarsvuren.
Er worden in Nederland kerstliederen gezongen (zie lijst van Nederlandstalige kerstliederen) en toneelstukken opgevoerd (bijvoorbeeld A xXxmas Carola; een musical uit 2024 gebaseerd op A Christmas Carol (boek)) in de kerstperiode.

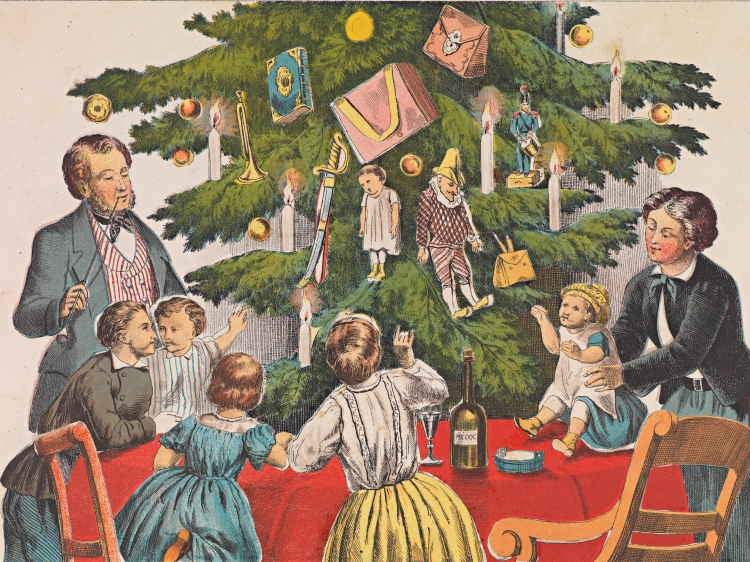
Gezin bij de kerstboom met cadeaus, ca. 1860
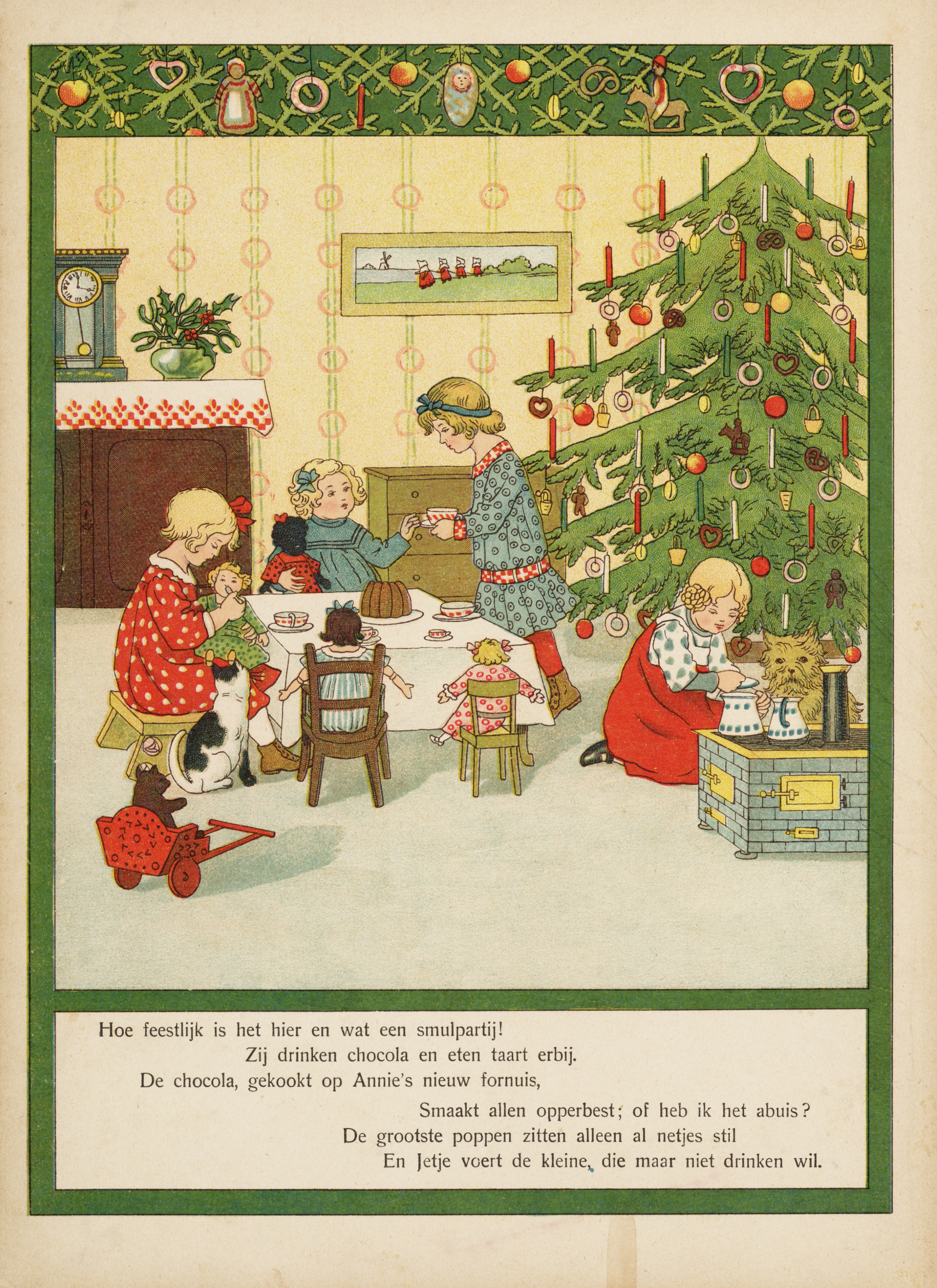
Dat heerlijke kerstfeest, er hangen kerstkransjes en krakelingen in de boom, KB, nationale bibliotheek, 1910
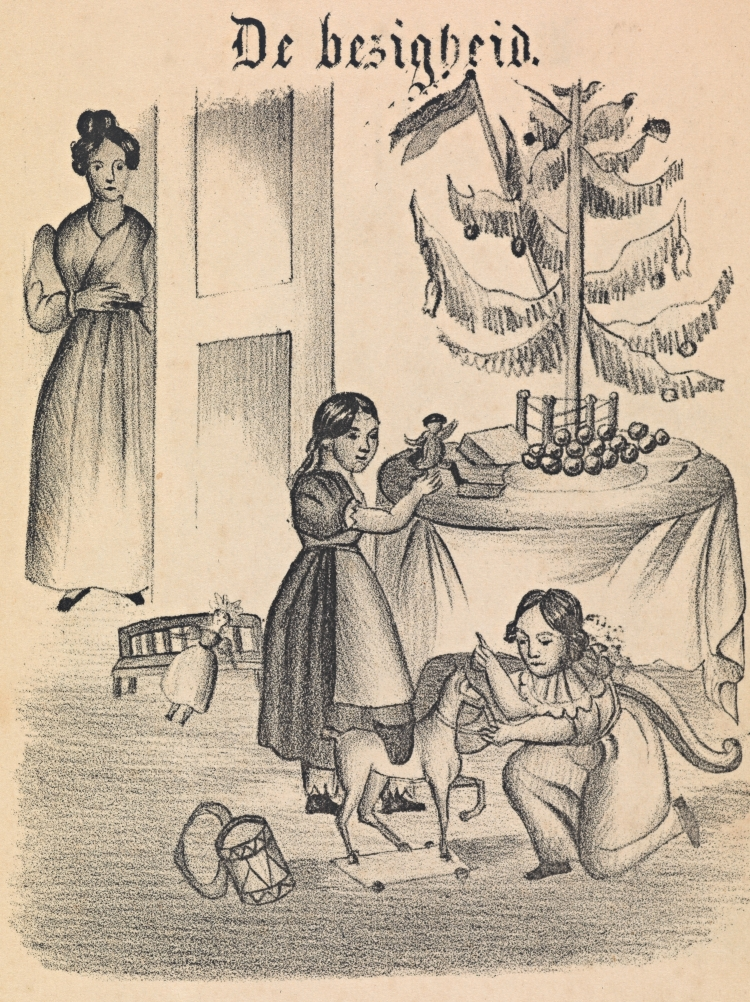
Kinderen spelen met speelgoed bij de kerstboom terwijl moeder toekijkt bij de deur, 1842
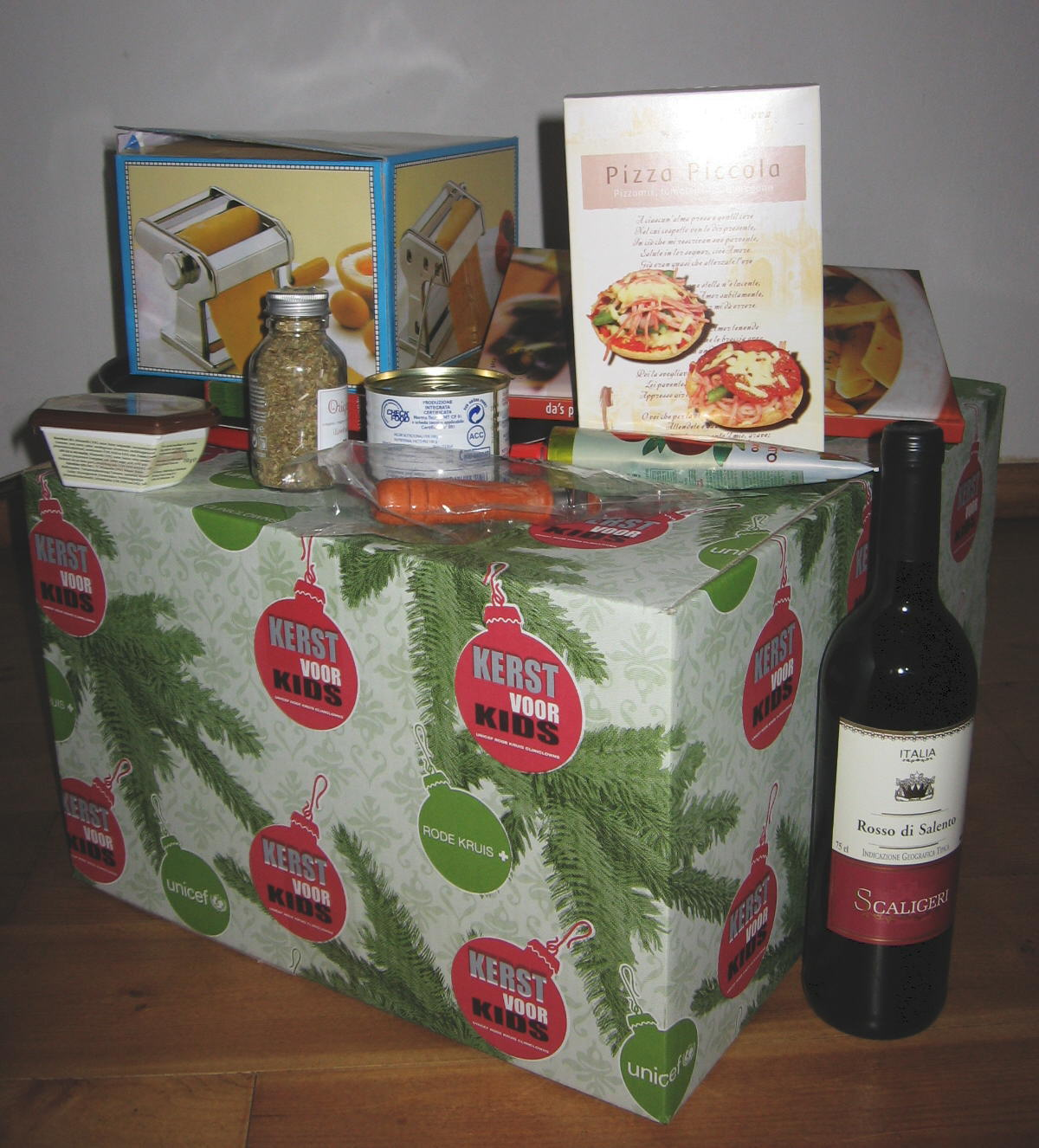
Een kerstpakket
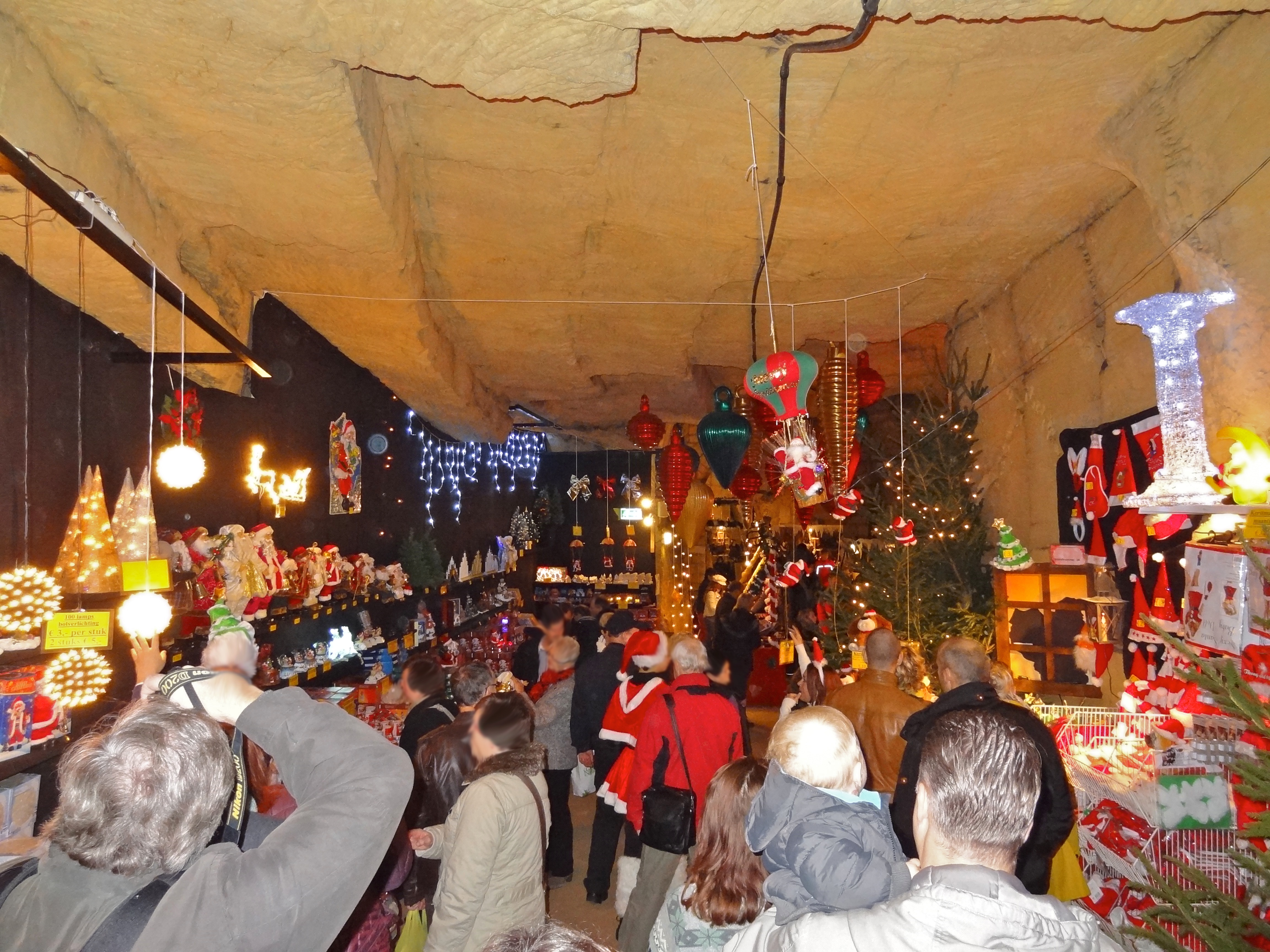
Kerstmarkt in de Fluweelengrot, Valkenburg, 20 november 2011
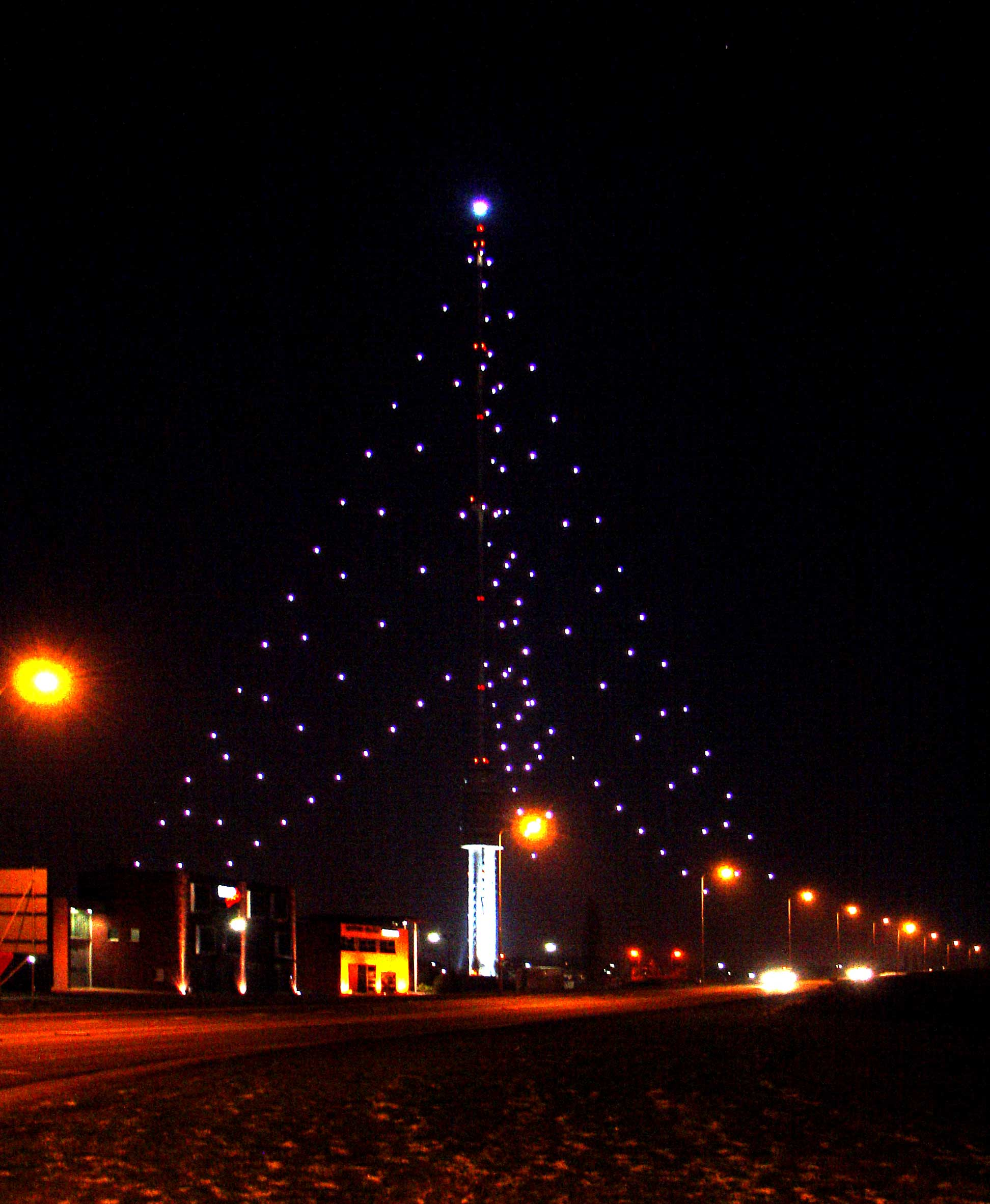
De zendmast van Lopik wordt verlicht in de kerstperiode.
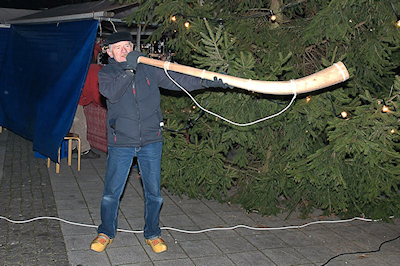
Blazen op de midwinterhoorn
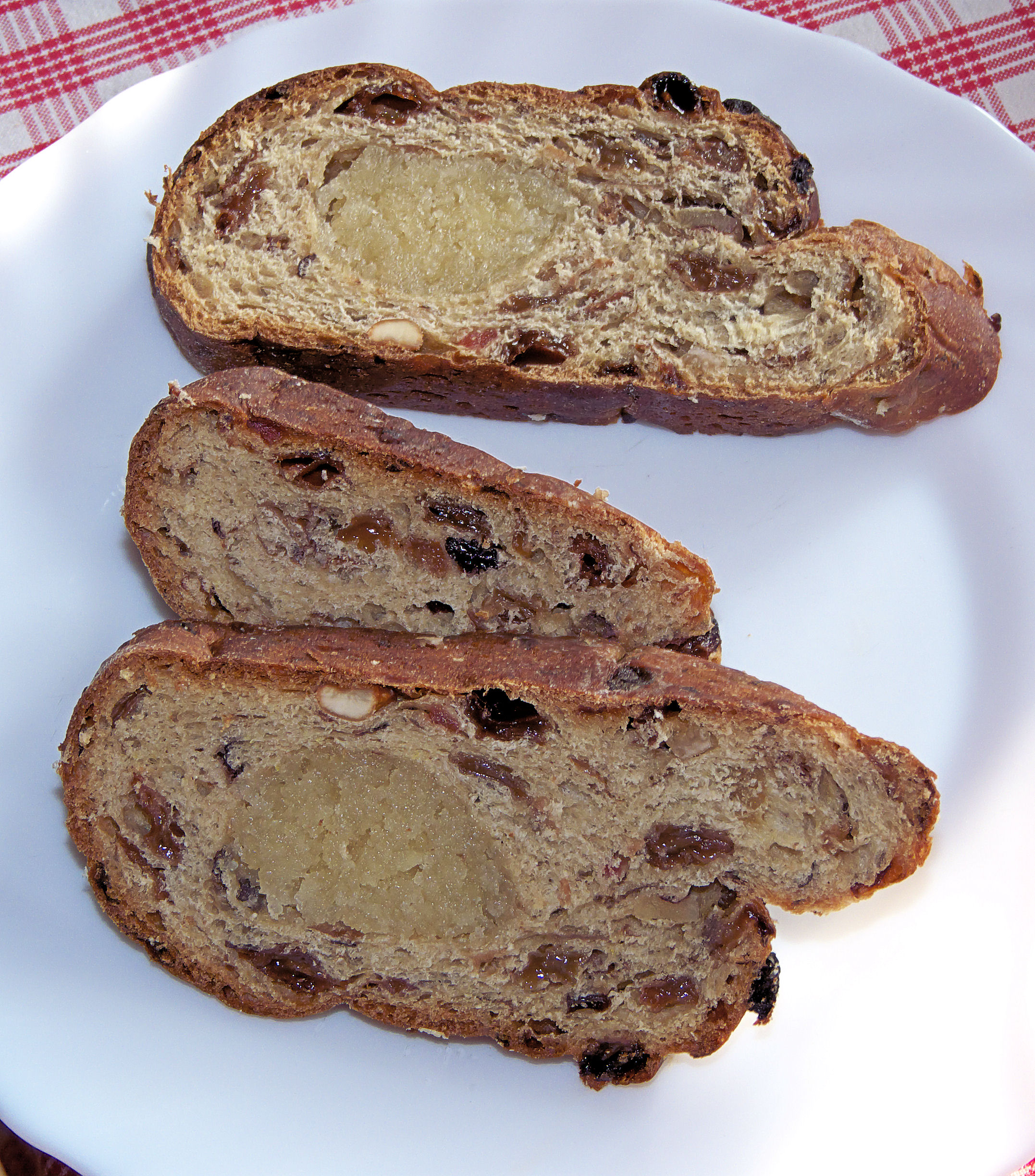
Kerststol met amandelspijs
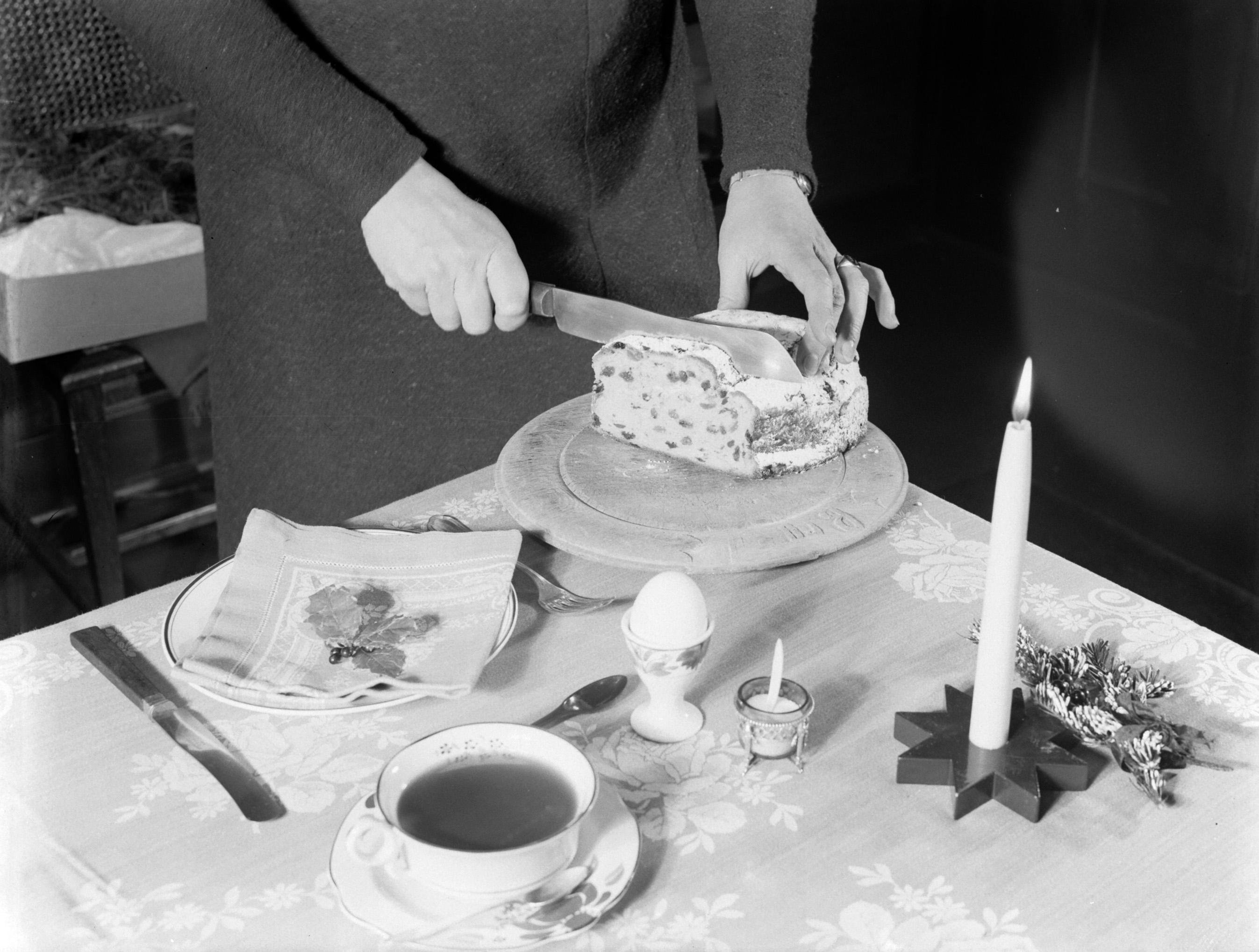
Kerststol wordt aangesneden op een tafel gedekt voor het kerstontbijt
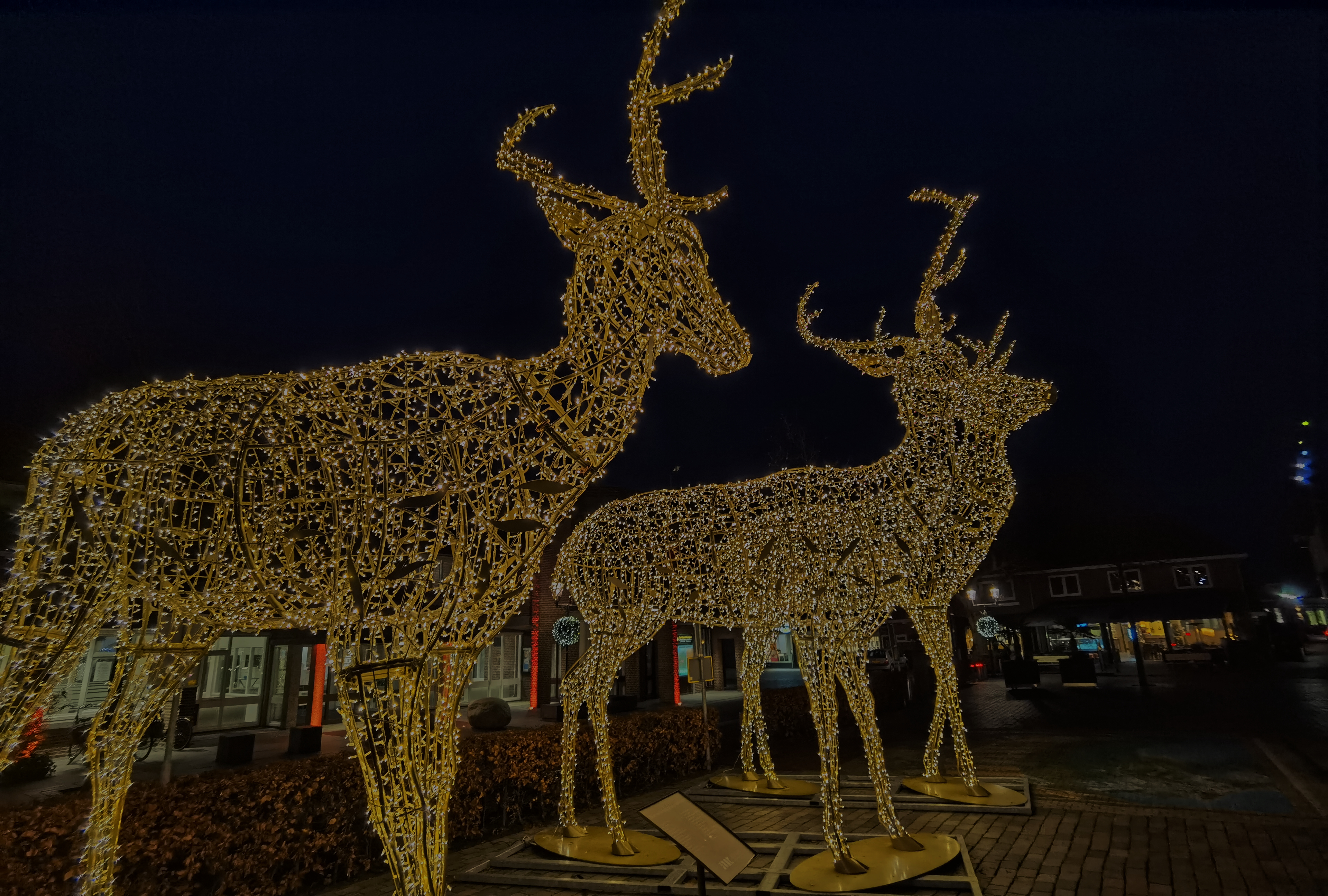
Kerstversiering in Nunspeet, 6 december 2021
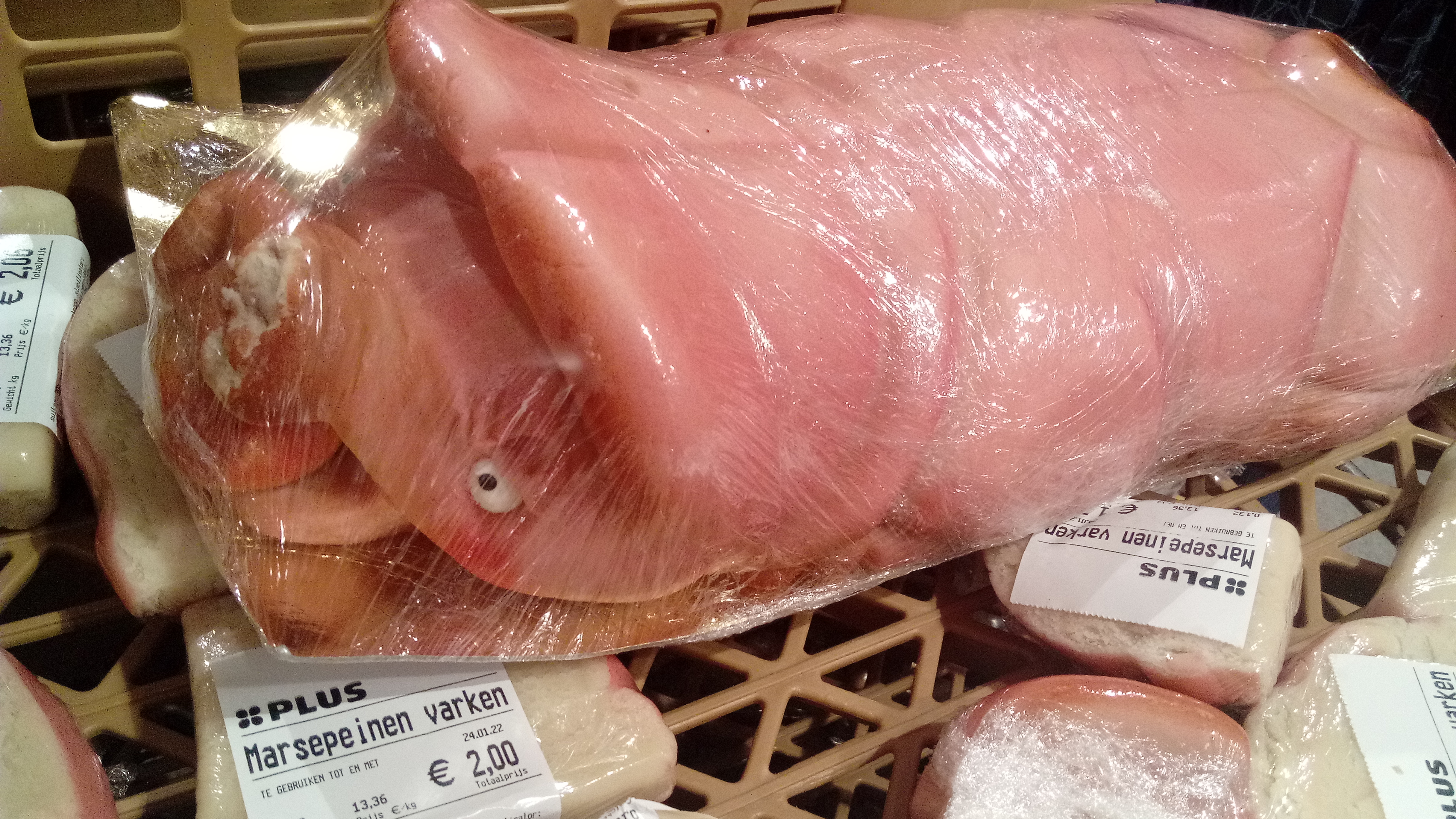
Varken van marsepein
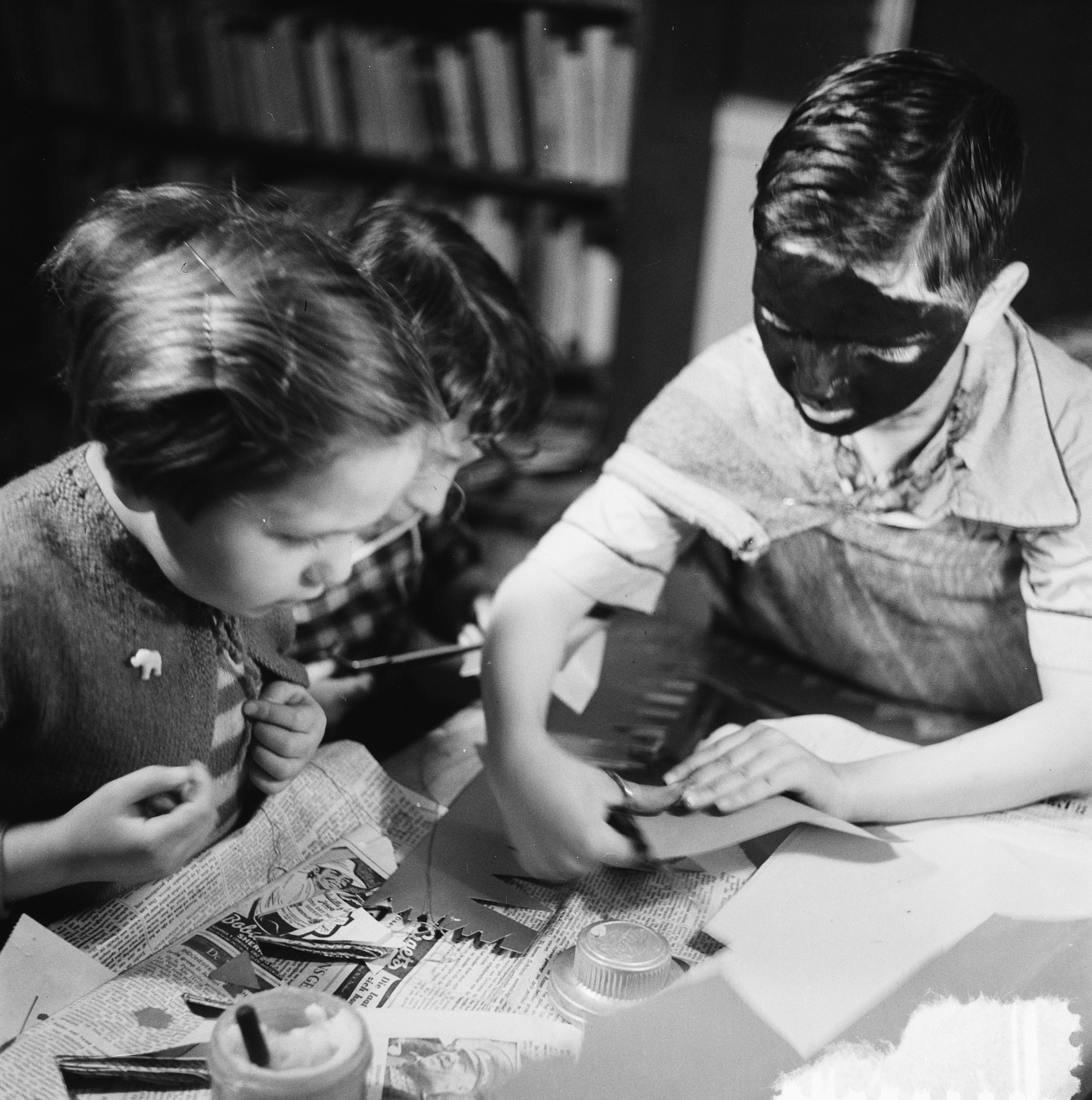
Voorbereiding voor Driekoningen, 6 december 1953
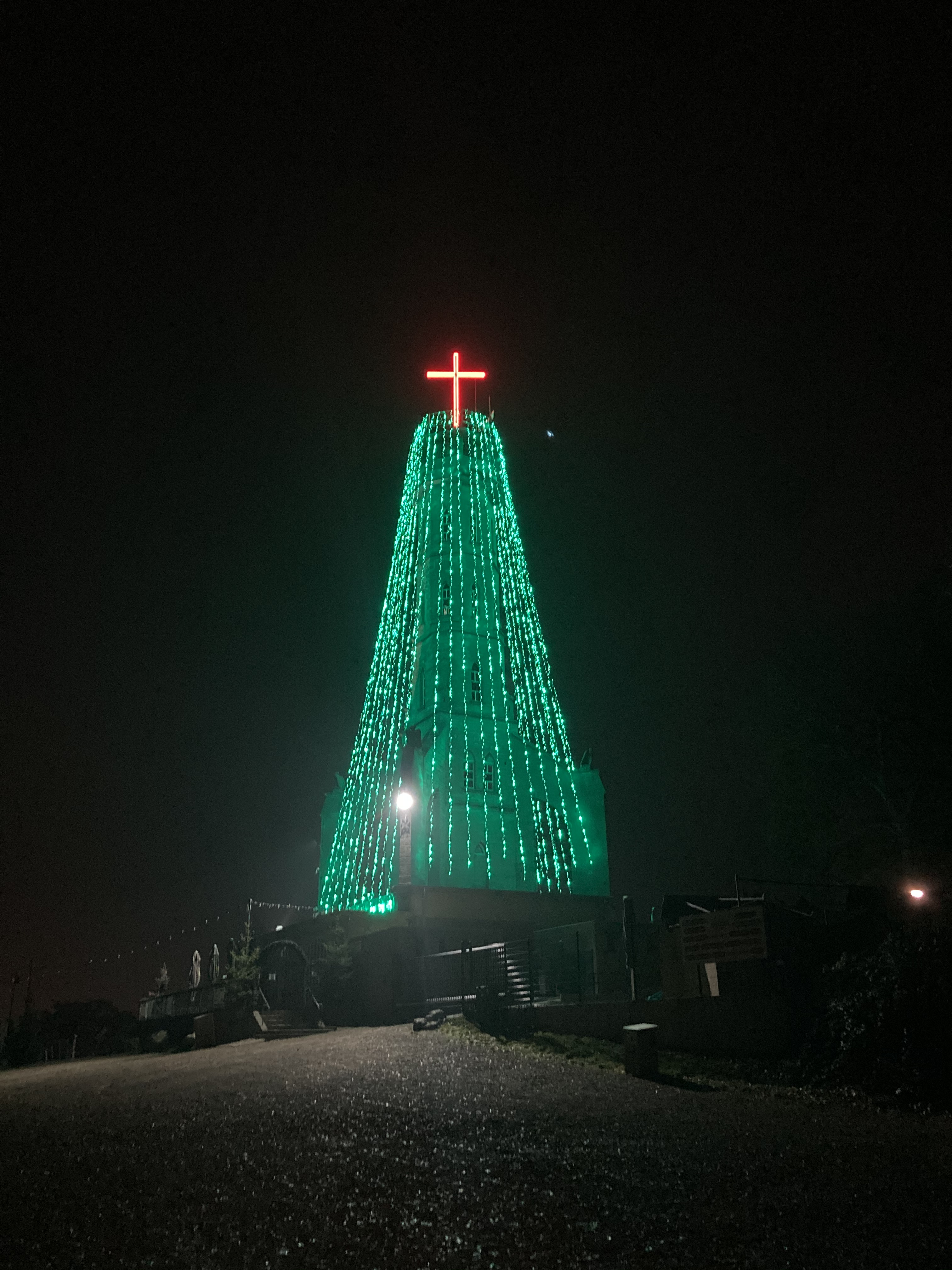
De Wilhelminatoren in Valkenburg wordt verlicht tijdens de kerstperiode
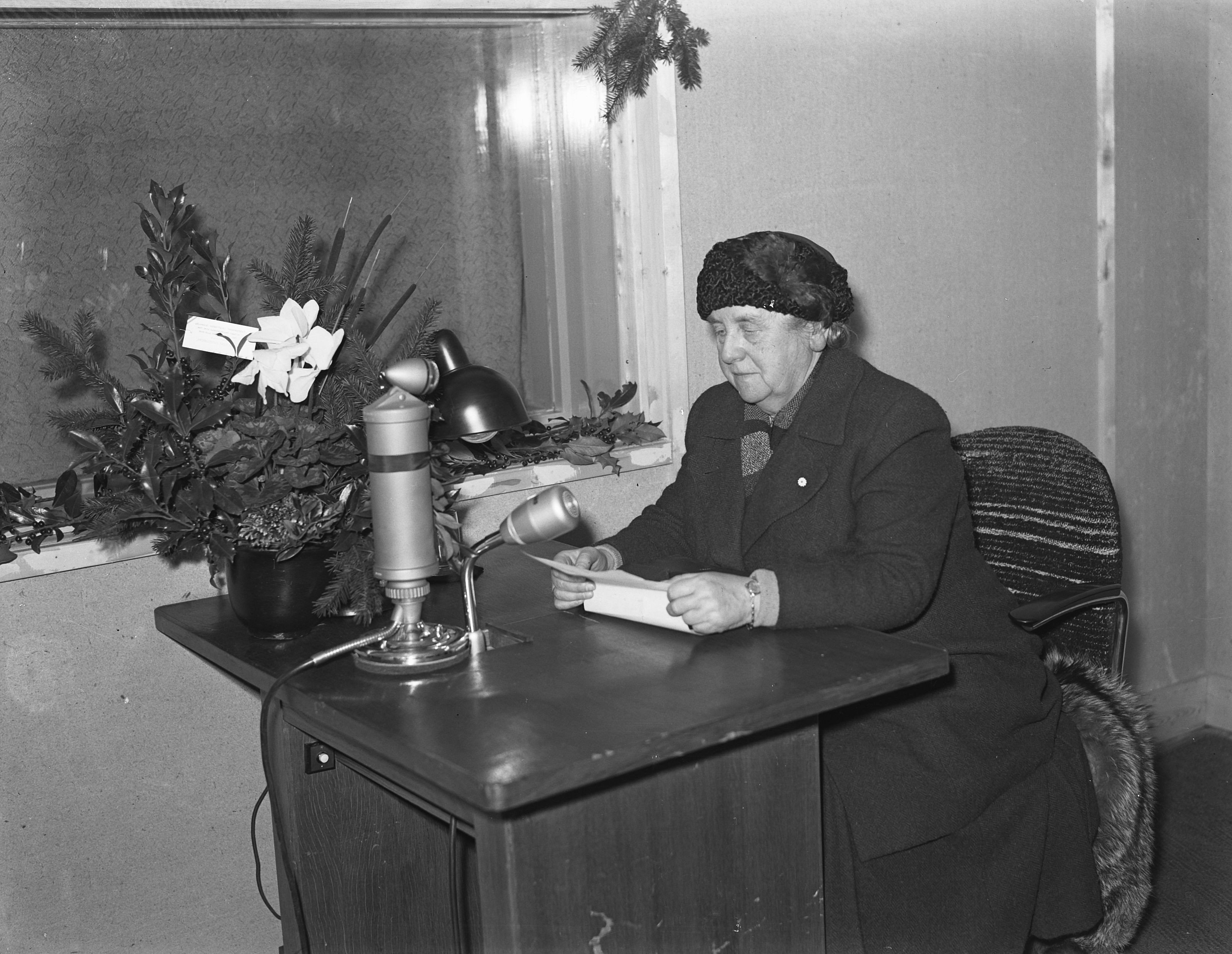
Koningin Wilhelmina geeft de kersttoespraak via de radio, 1945
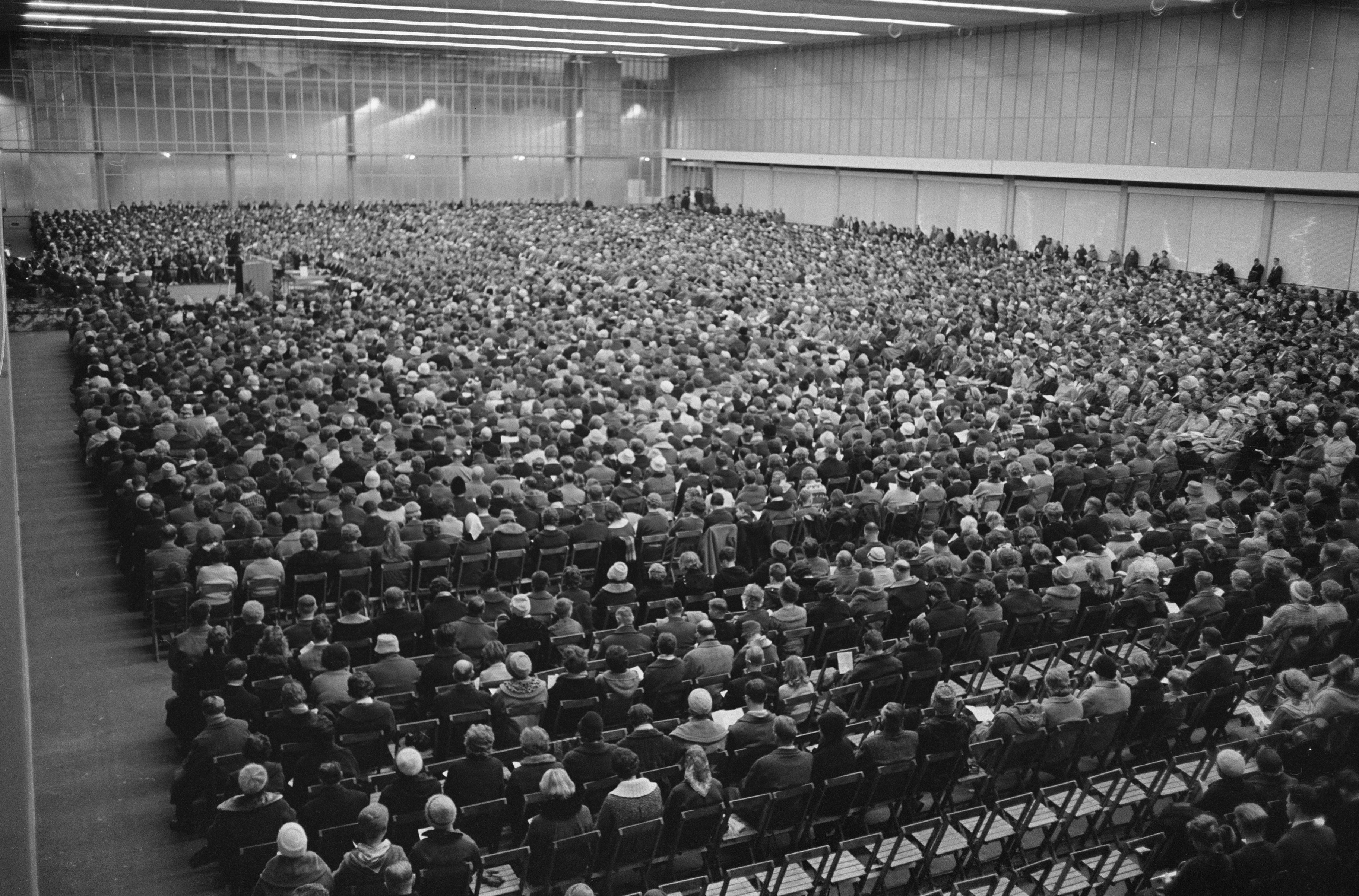
Volkskerstzang in de RAI Amsterdam
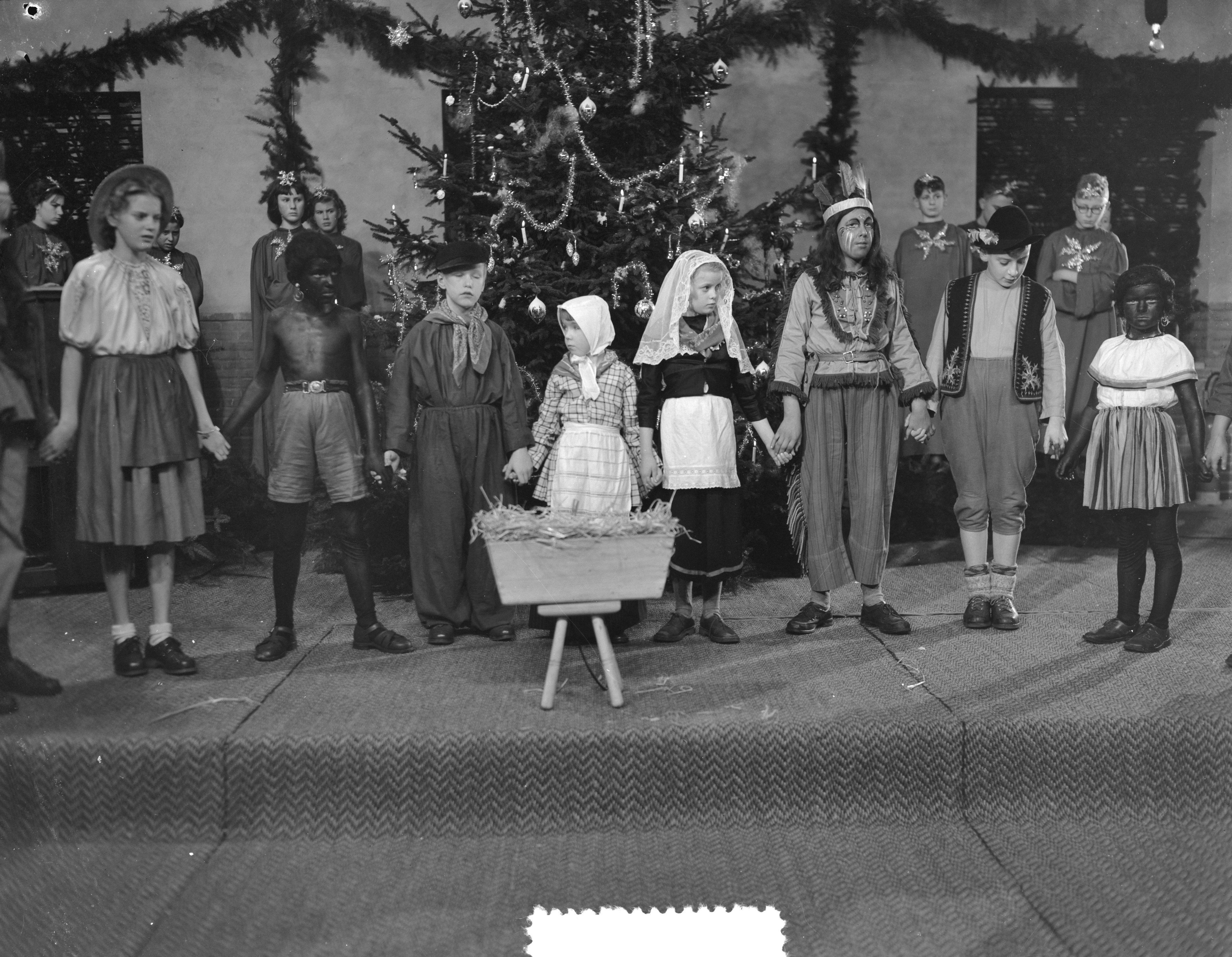
Kerstspel "Van Overal naar Bethlehemstal", Soestdijk, 1954
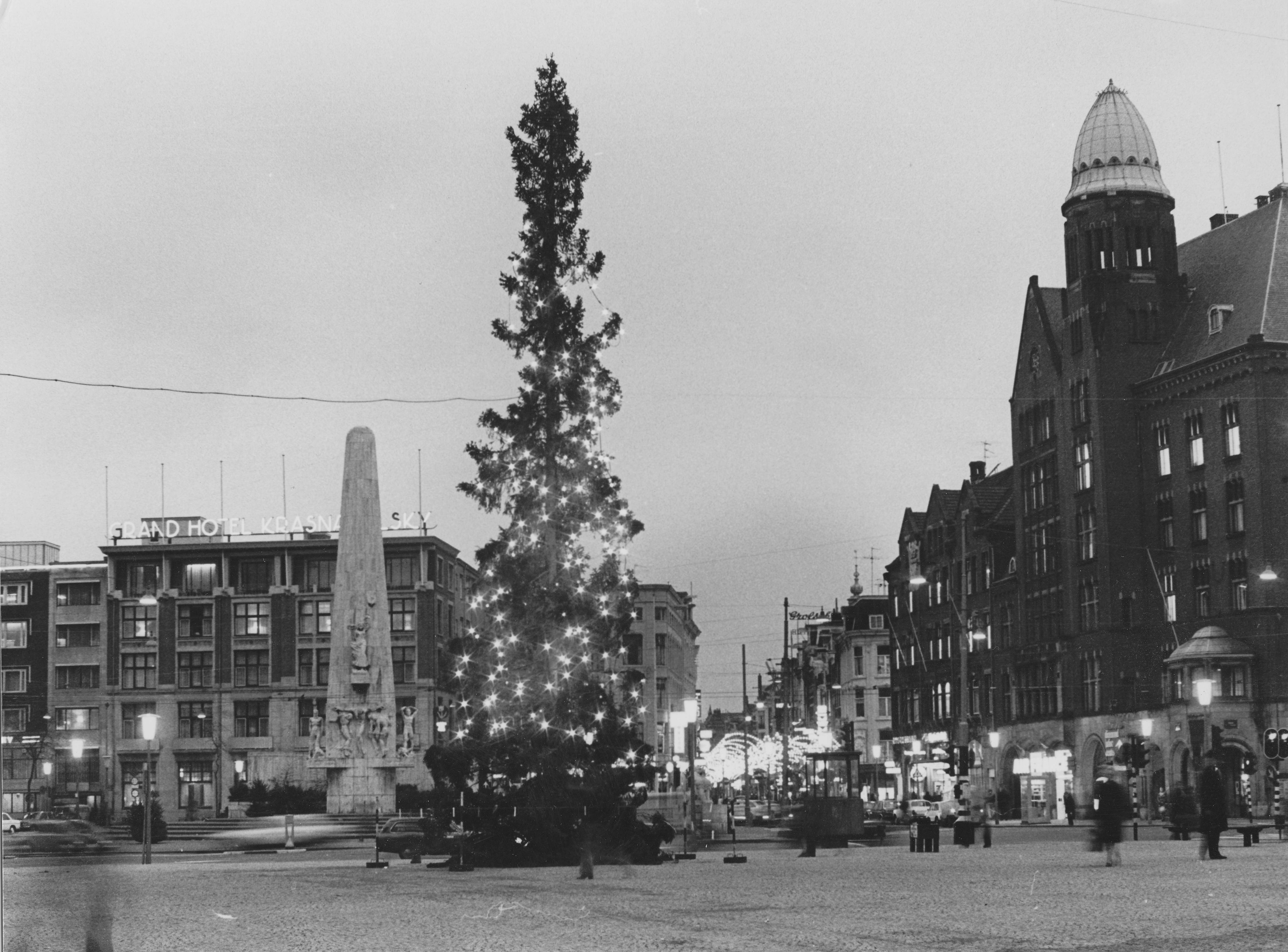
Julatreet (kerstboom) uit Trondheim op de Dam (Amsterdam), 1974
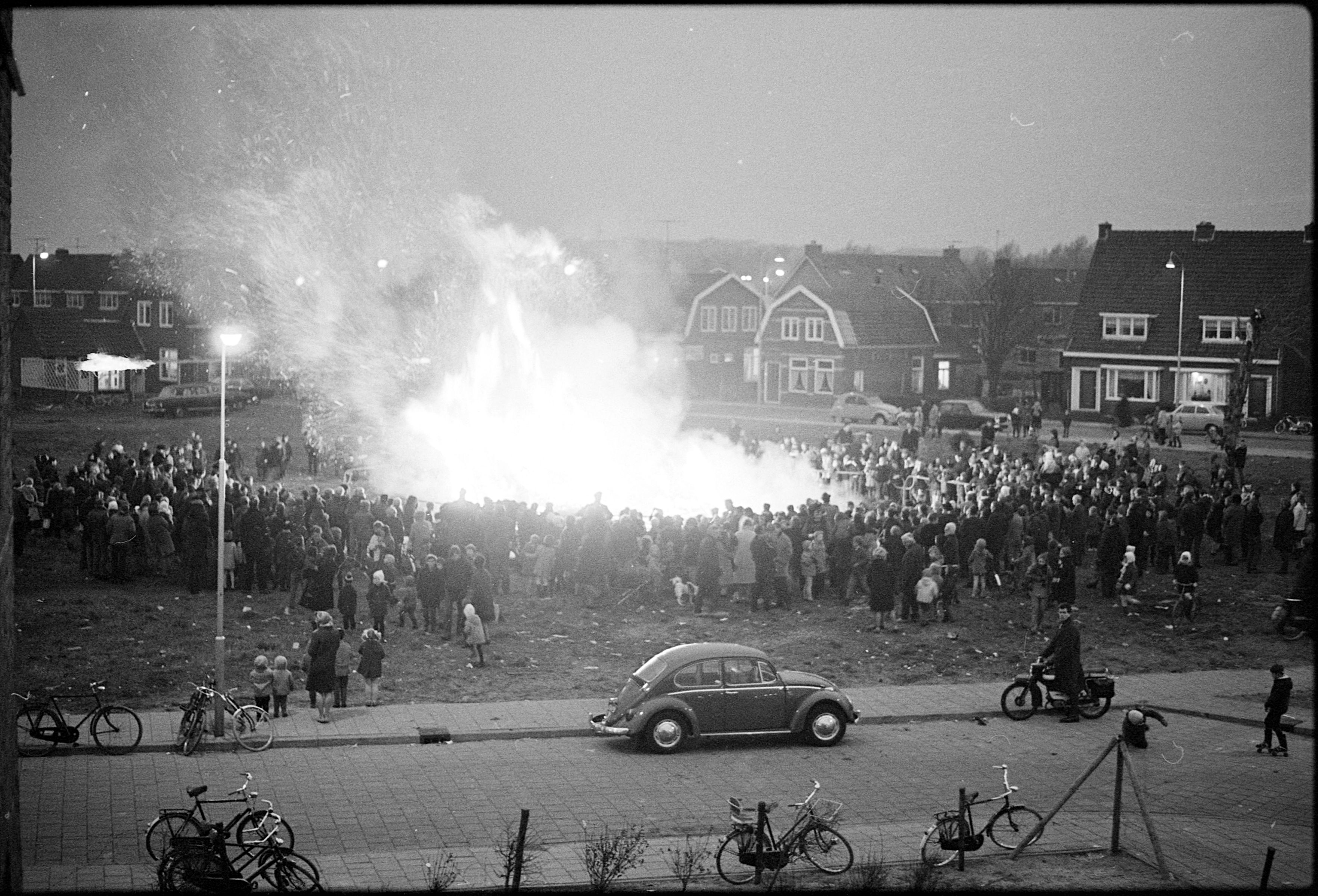
Kerstboomverbranding, Heemskerk, 1969
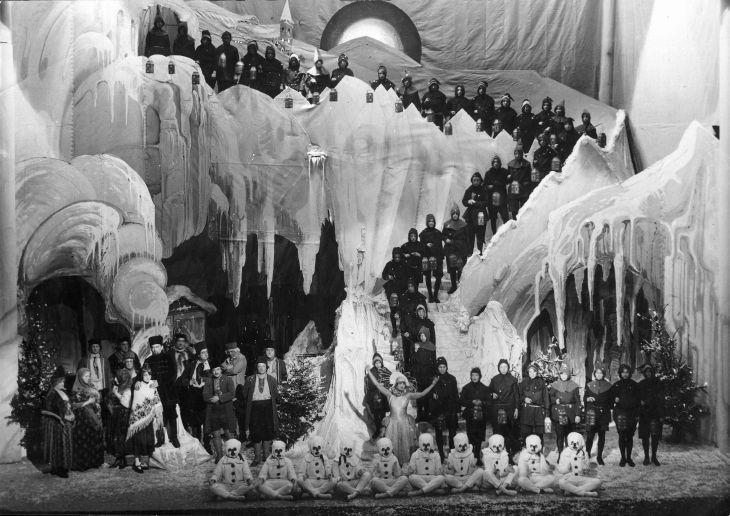
Kerst-fantasie op het toneel van Koninklijk Theater Tuschinski, Amsterdam, 1925.

## Nieuw-Zeeland

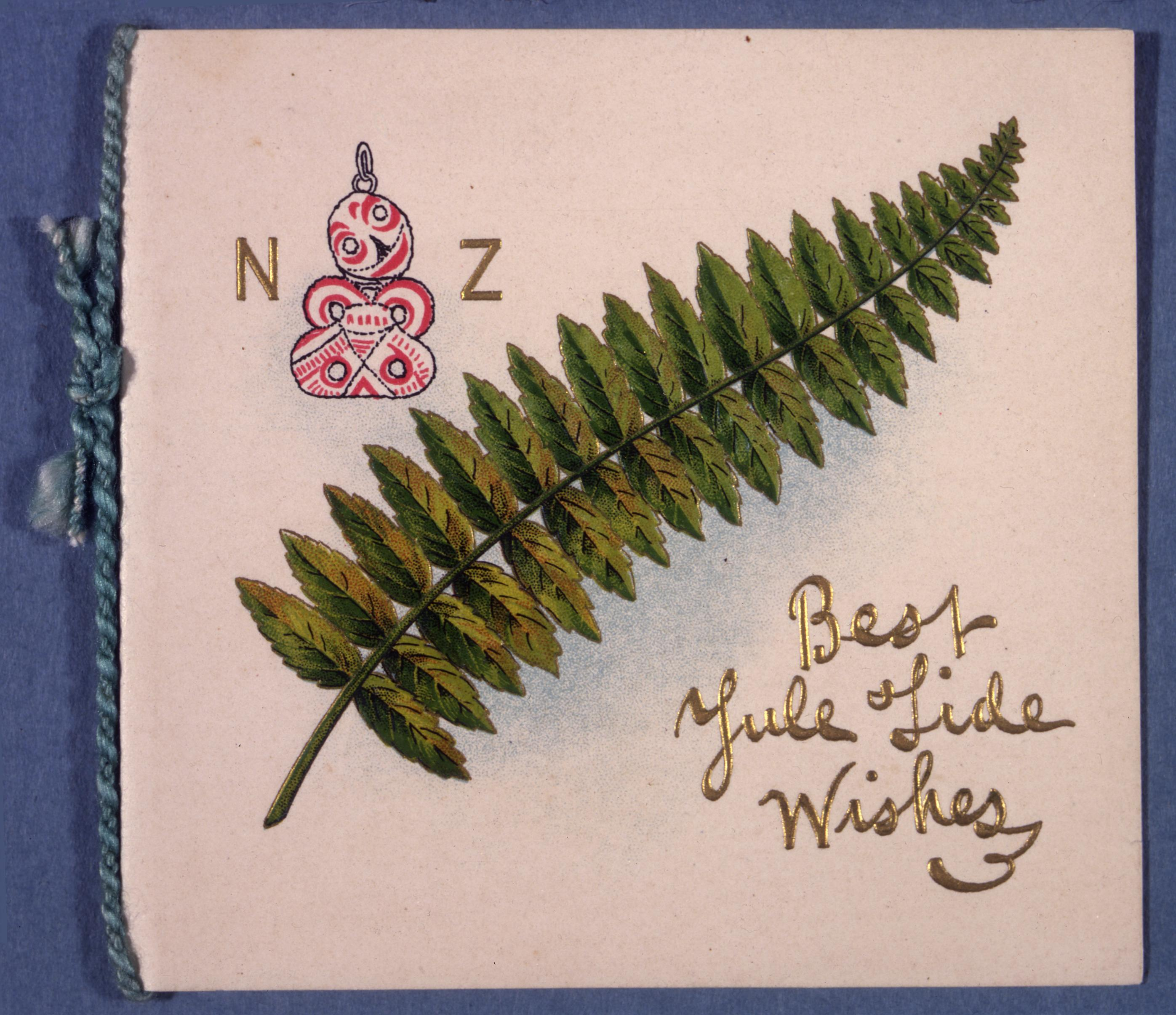
Best Yule Tide wishes, kerstkaart

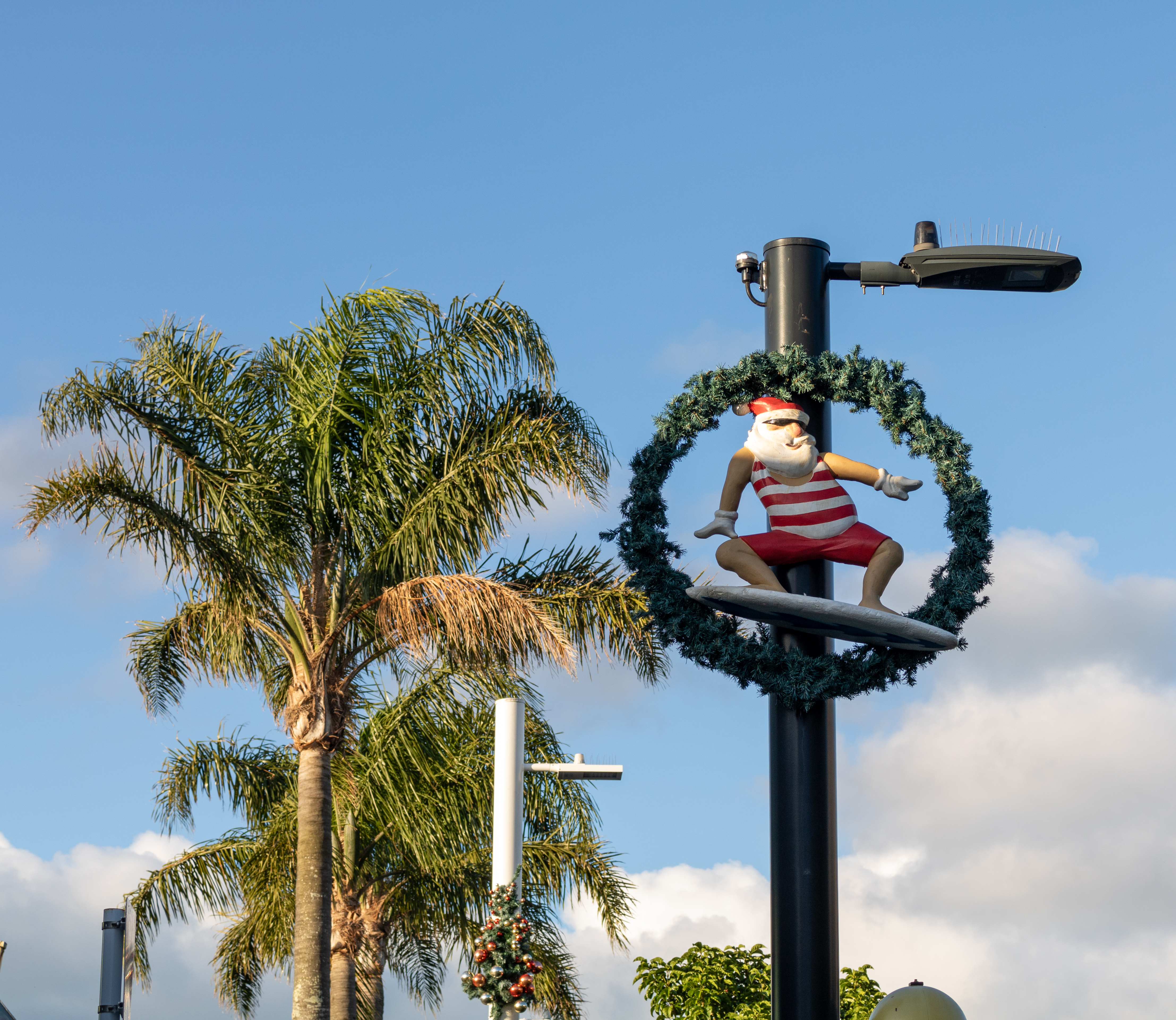
Surfing Santa, Auckland
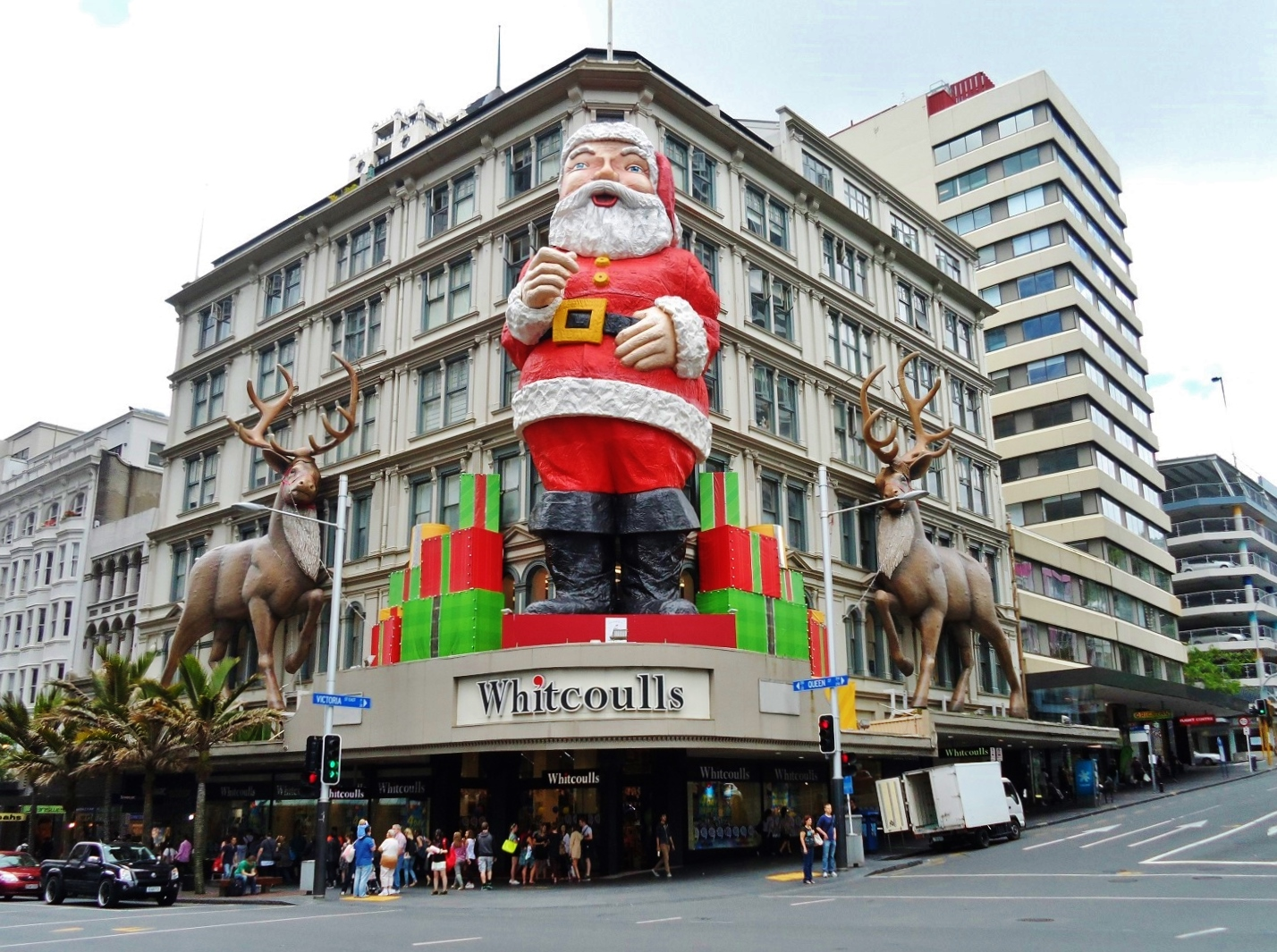
Kerstversiering in Auckland
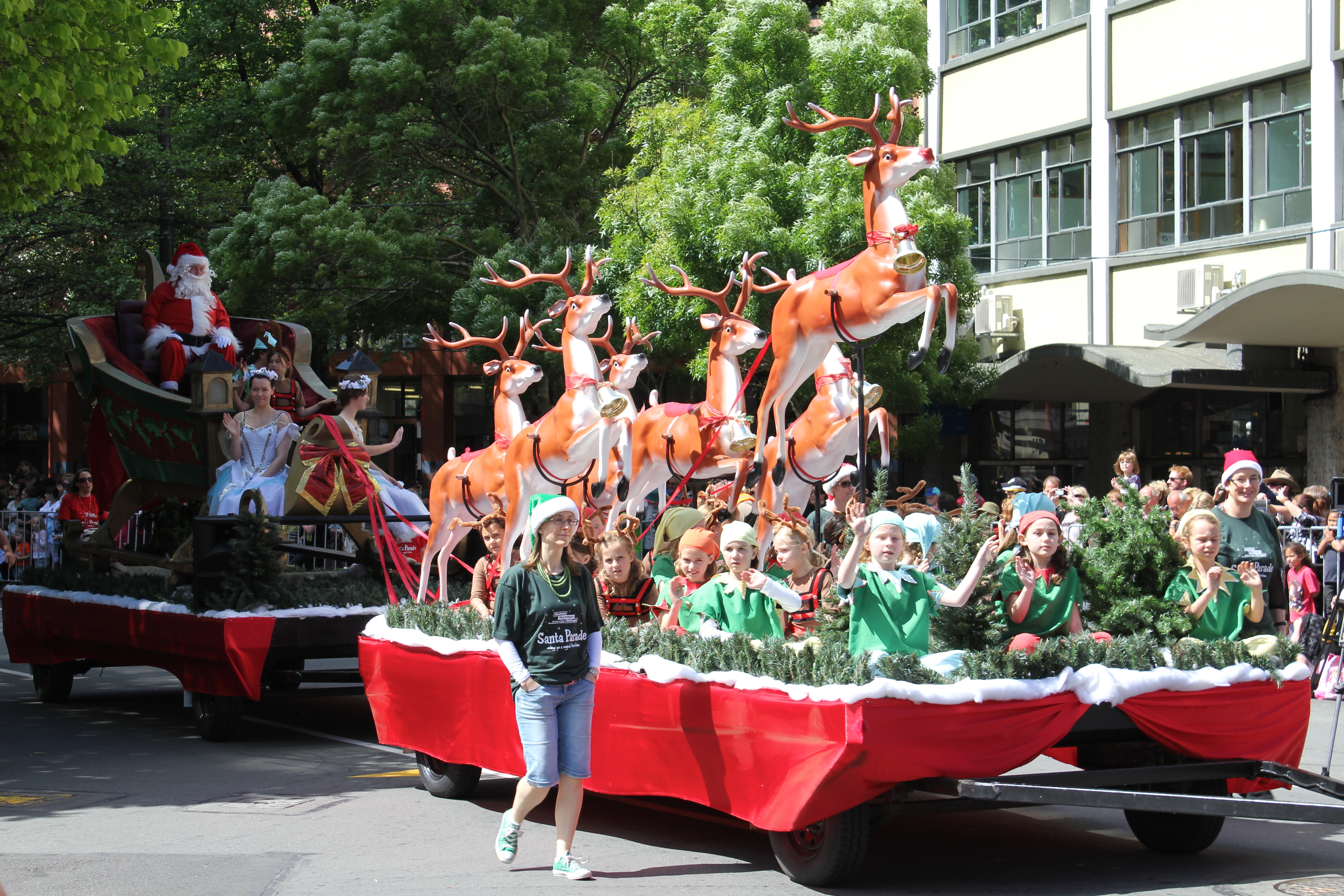
Wellington Santa Claus Parade
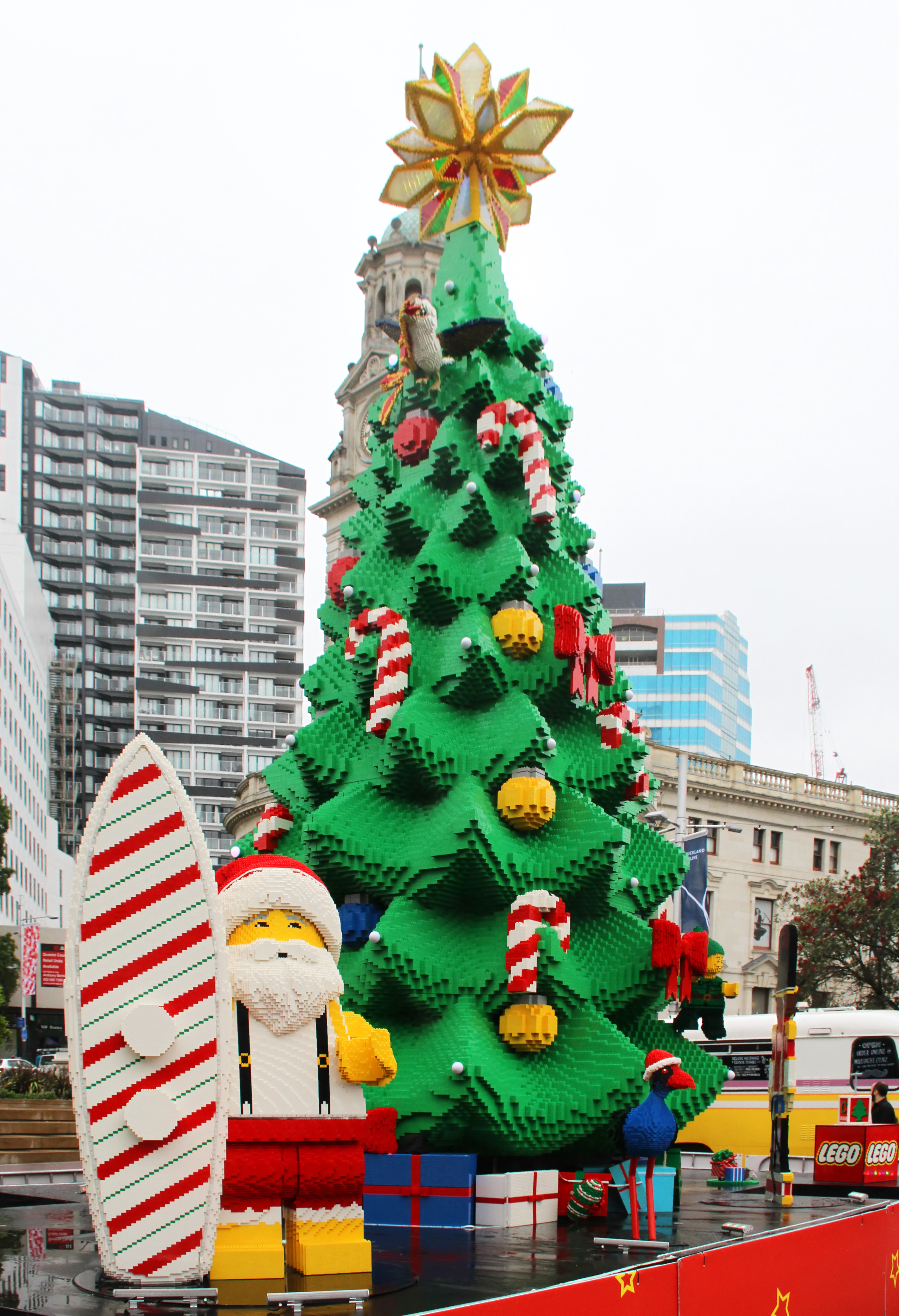
Kerstboom en kerstman (met surfboard) van Lego
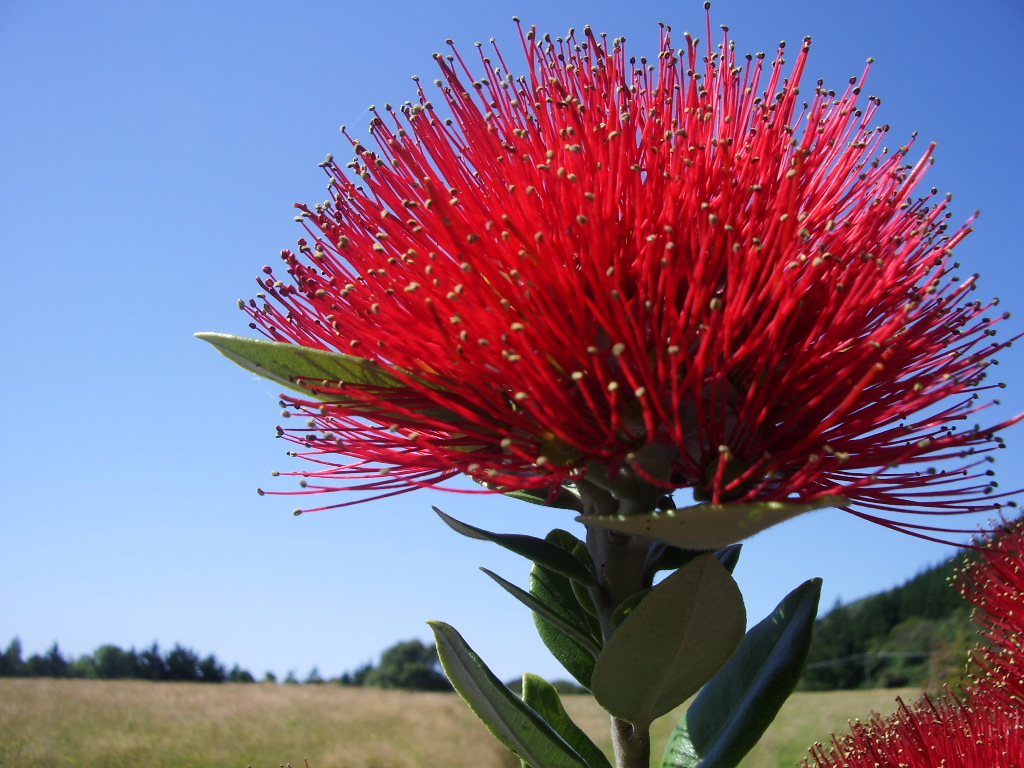
Pōhutukawa wordt ook wel de kerstboom van Nieuw-Zeeland genoemd

## Macedonië

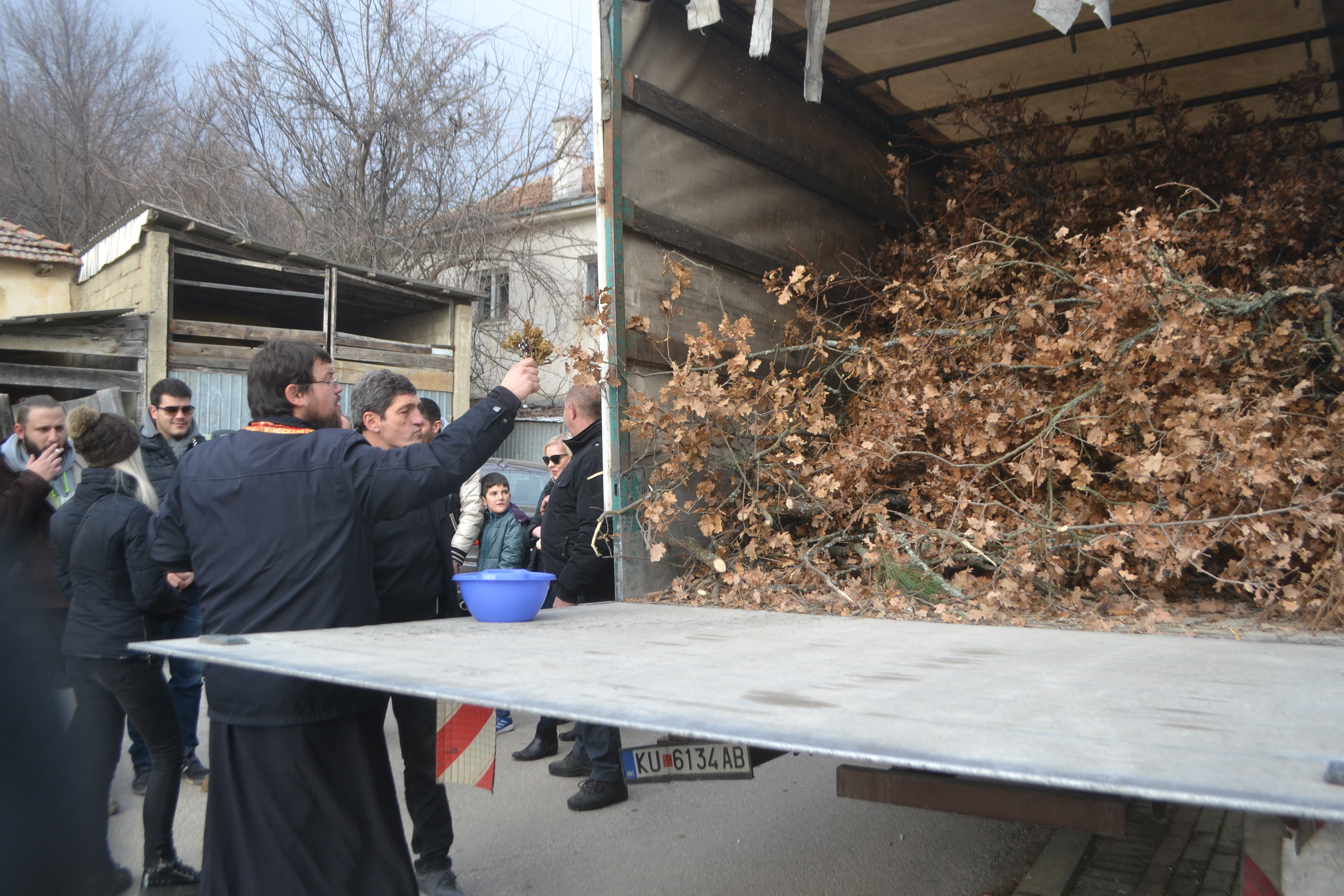
Een orthodoxe priester wijdt kersttakken in

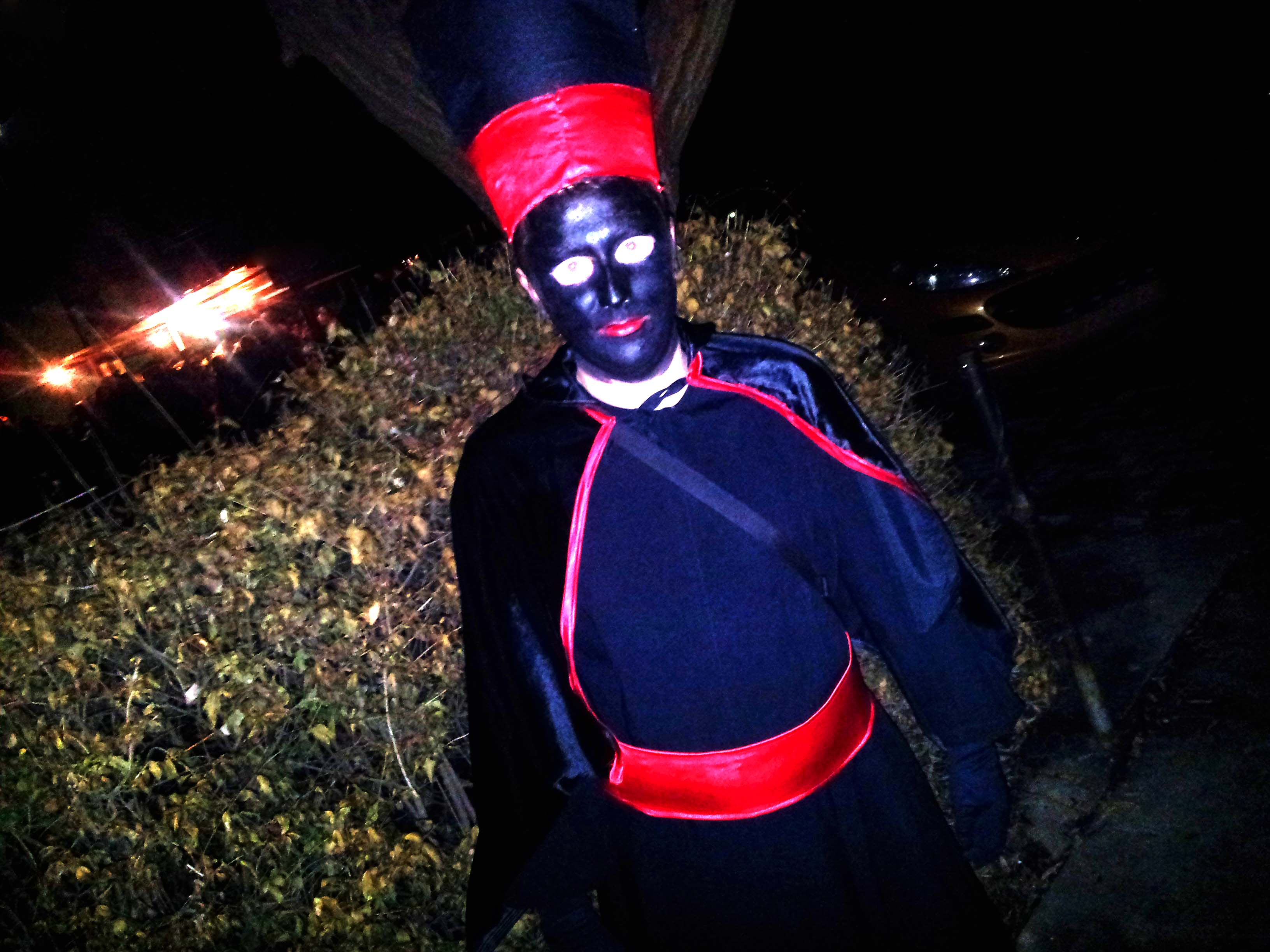
Verkleed op kerstavond langs de deuren gaan

In Macedonië wordt Koleduvane uitgevoerd.
In de avond voor kerstavond steken de kinderen als eerste, terwijl ze liedjes zingen, voor de deuren het vuur aan, dansend en hete cognac drinkend. Op deze manier worden boze geesten van de aarde "verjaagd". De volgende dag, op de grote christelijke feestdag Kerstavond, gaan kleine kinderen gekleed in maskers naar de huizen van de buren, kloppen op de deur en zingen kerstliederen. Volgens de traditie belonen de gastheren hen daarvoor met taarten, kastanjes, noten, appels en wat geld.
Orthodox christelijke mannen duiken in het koude water om een houten kruis te pakken, welke door een priester in het water is gegooid na de ochtendliturgie. Degene die het kruis te pakken krijgt, wordt gezien als degene die het hele jaar geluk ervaart. Als er geen rivier of meer is, kan ook een zwembad worden gebruikt. Op 19 en 20 januari vieren orthodoxe gelovigen in Macedonië deze feestdag die gewijd is aan de doop van Jezus Christus door Johannes de Doper in de rivier de Jordaan, bekend als Vodici (Driekoningen). Nadat het kruis in het water is gegooid, wordt het water beschouwd als gewijd water en is het een gewoonte dat gelovigen wat water in kleine flesjes naar huis halen. Men gelooft ook dat een bad nemen op deze dag geluk en gezondheid brengt.

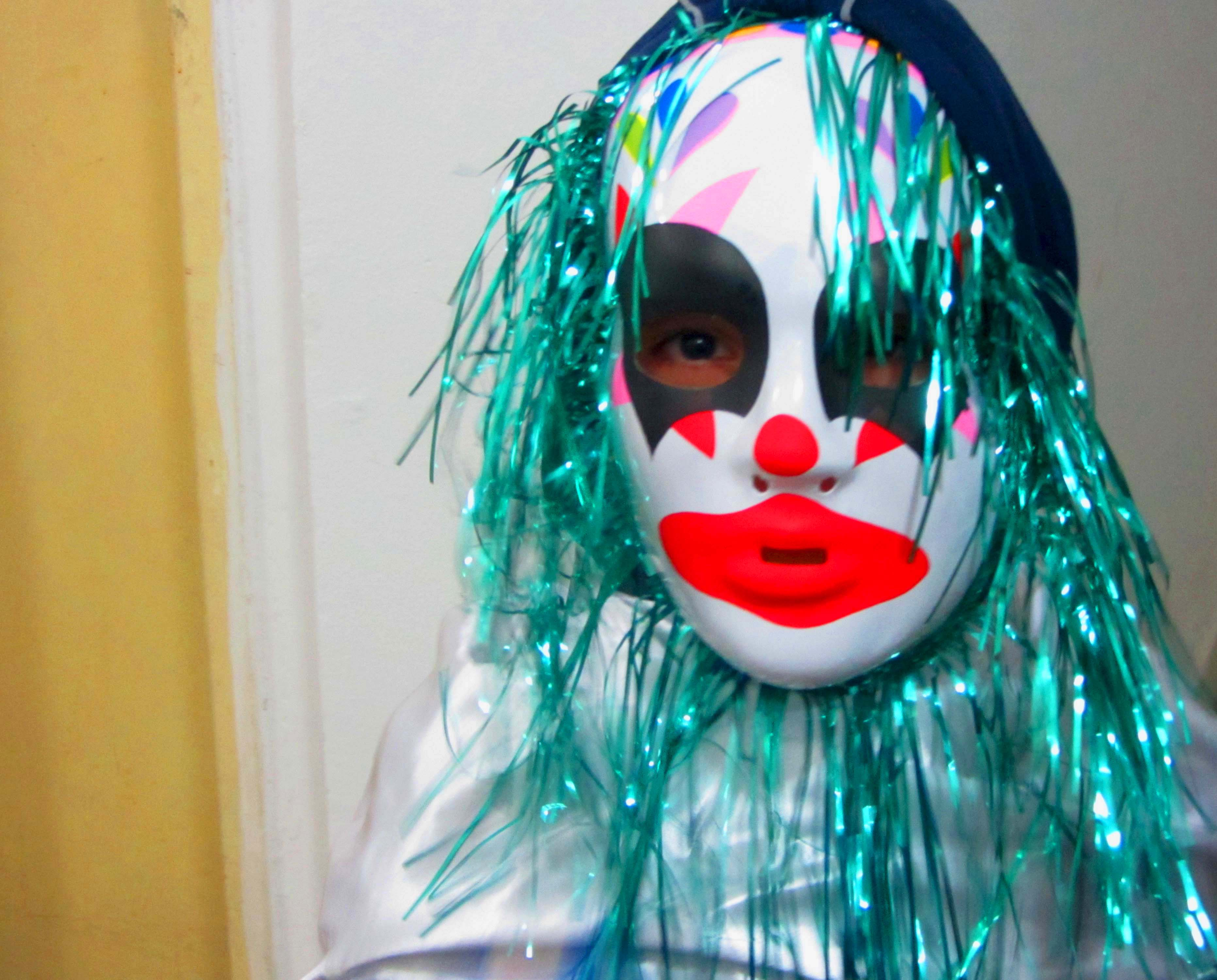
Een masker dat kinderen dragen tijdens kerstavondparades. Ze zingen kerstliederen van deur tot deur en ontvangen snoepjes, kastanjes, noten en meer van de gastheren. Het is een orthodox gebruik in Noord-Macedonië.
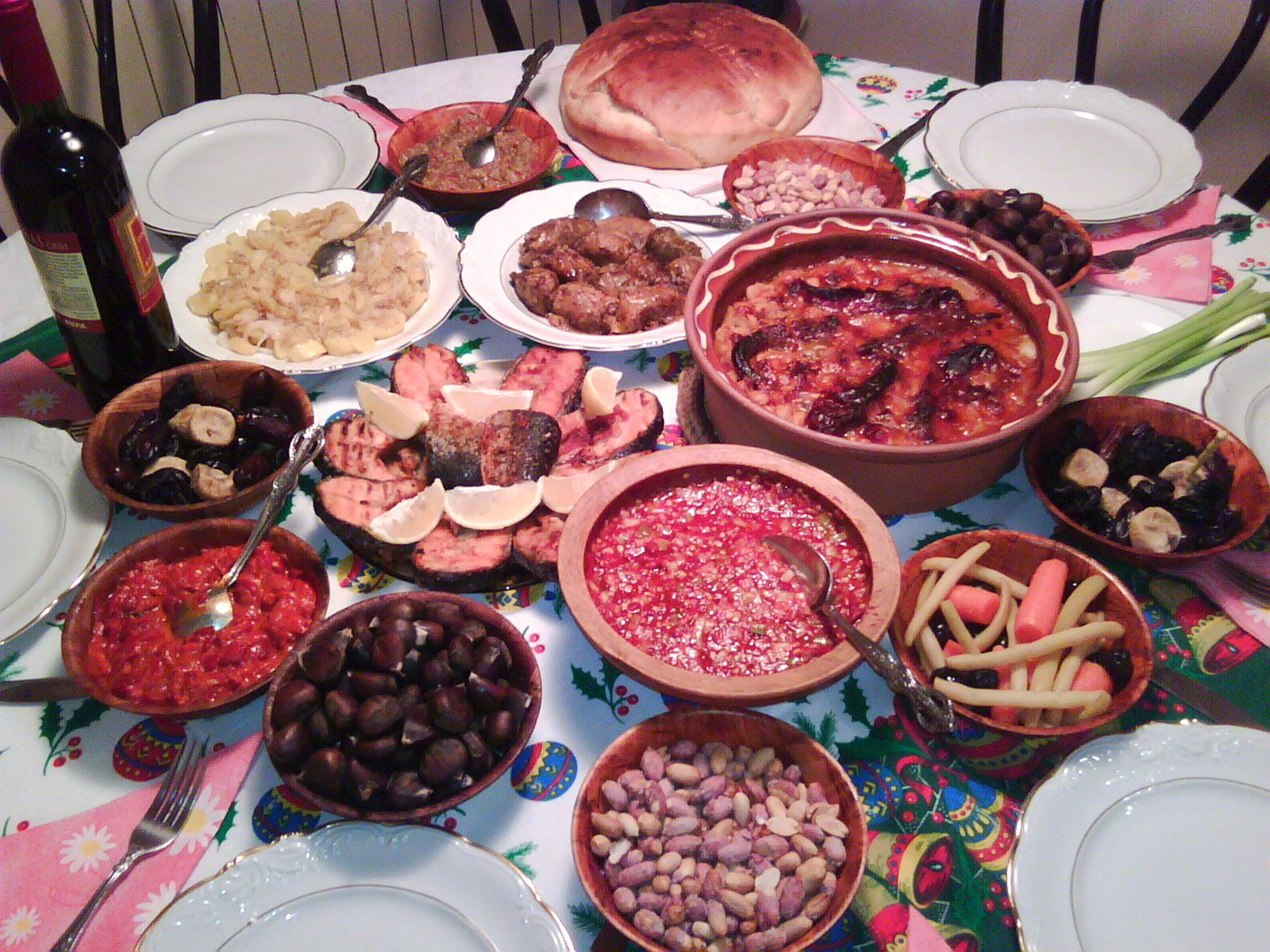
Macedonische kerstavond (Badnik) eettafel: vis, bonen, paprikasalades, Sarma (gerolde kool met vulling van rijst en champignons), dadels, vijgen, kastanjes en het brood met verborgen munt. Bereid volgens de regels van het vasten.
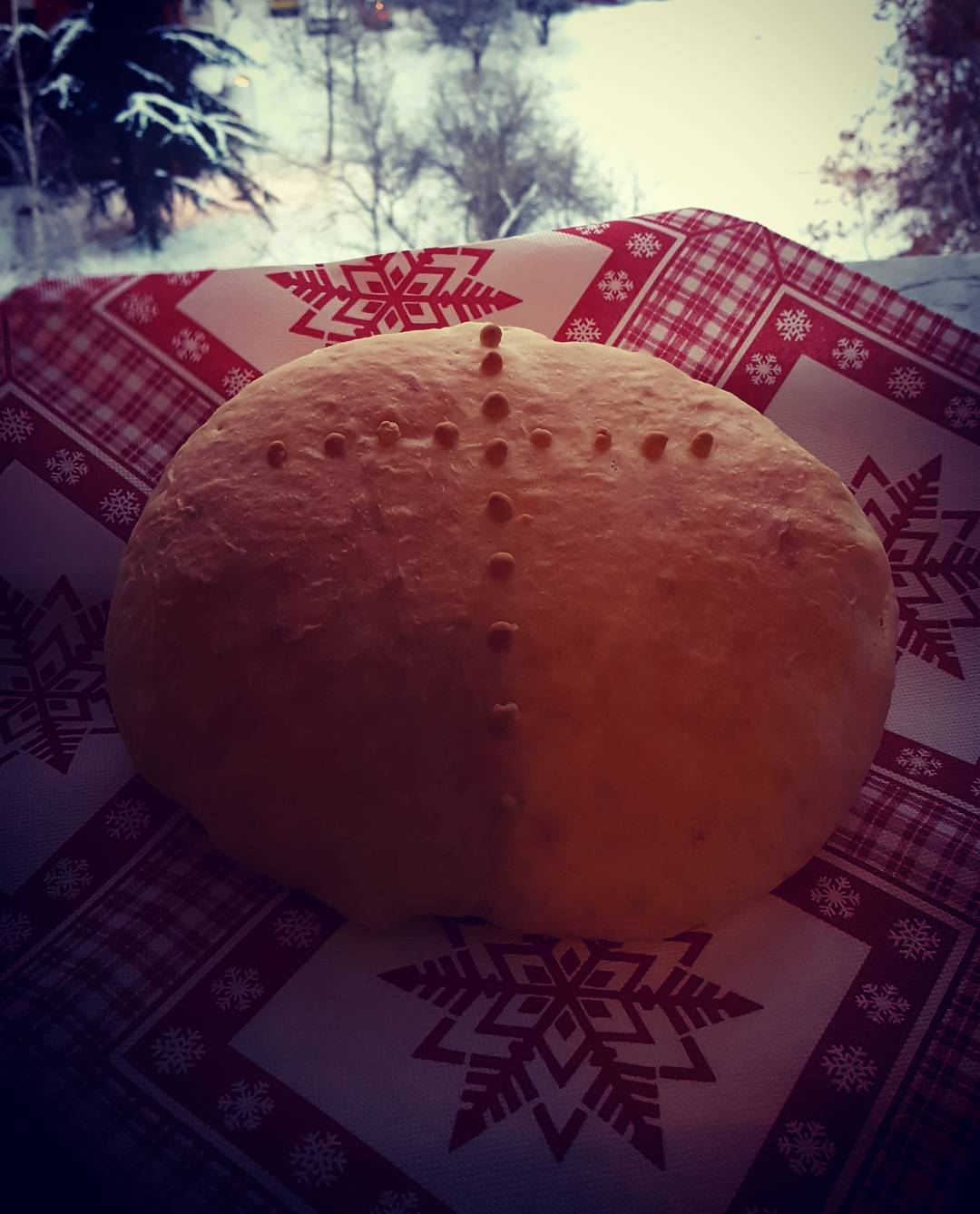
Traditioneel brood voor kerstavond
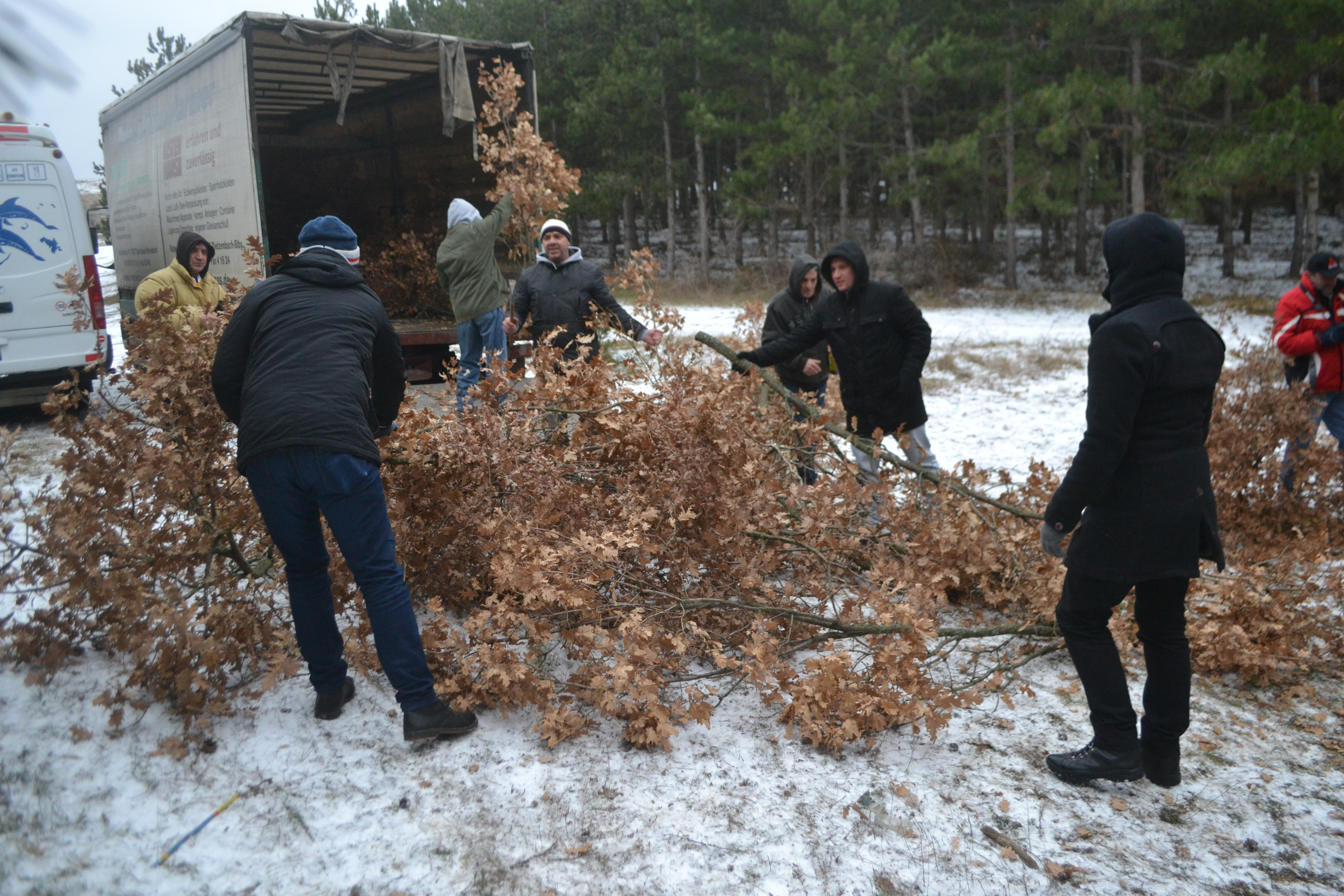
Kerstboomtakken plukken - een gewoonte vóór kerstavond.
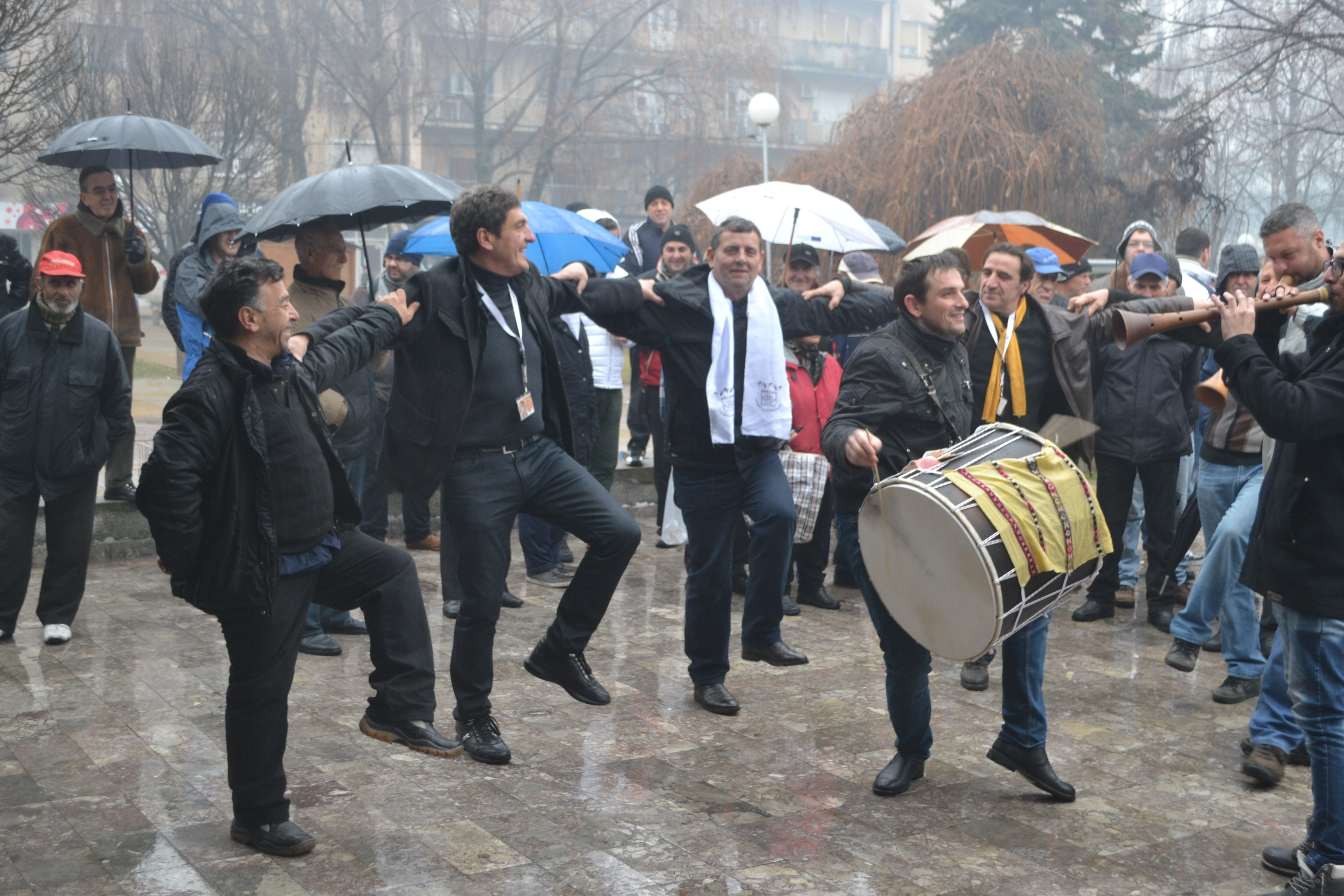
Viering van kerstavond in Kumanovo
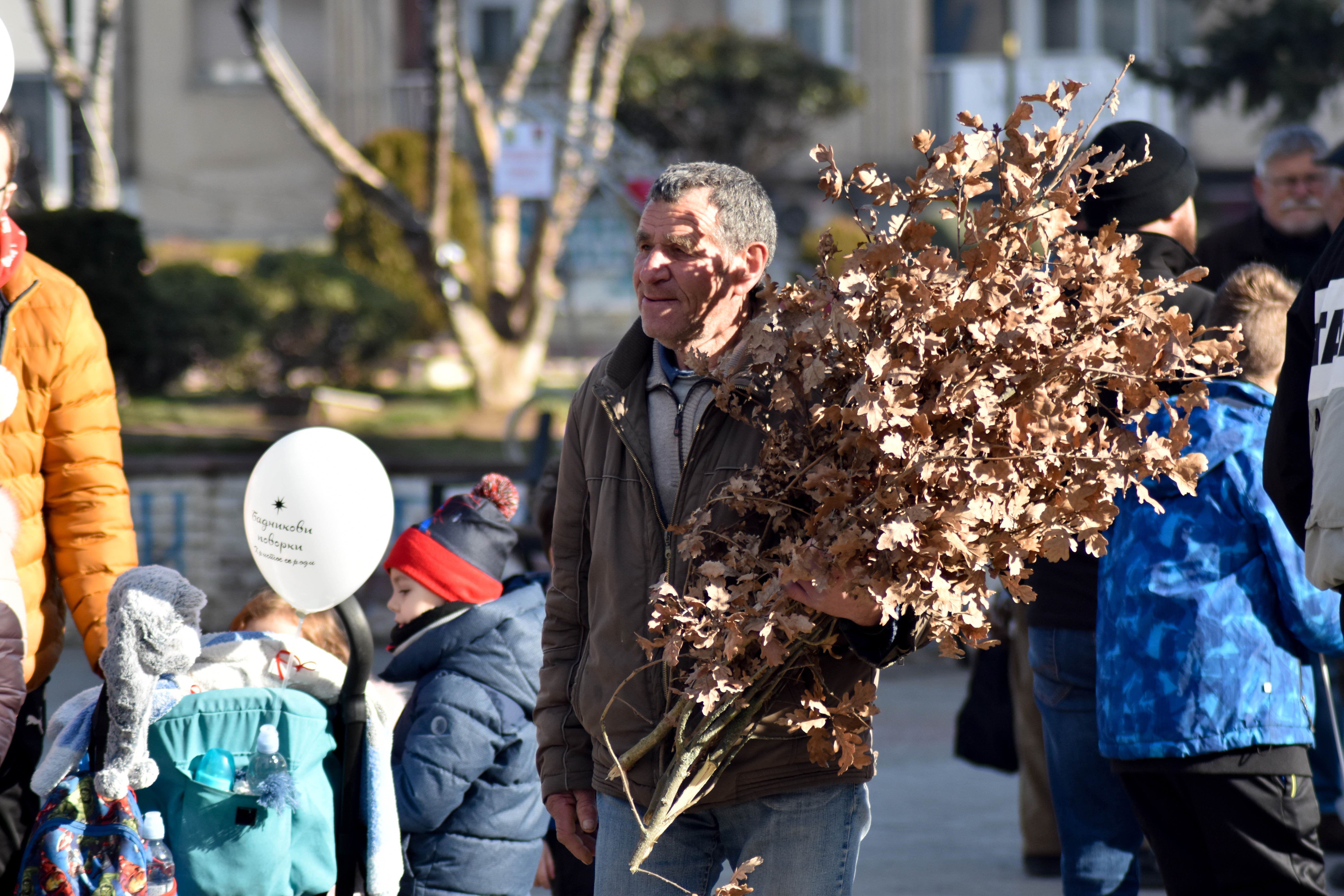
Voorbereidingen voor kerstavond
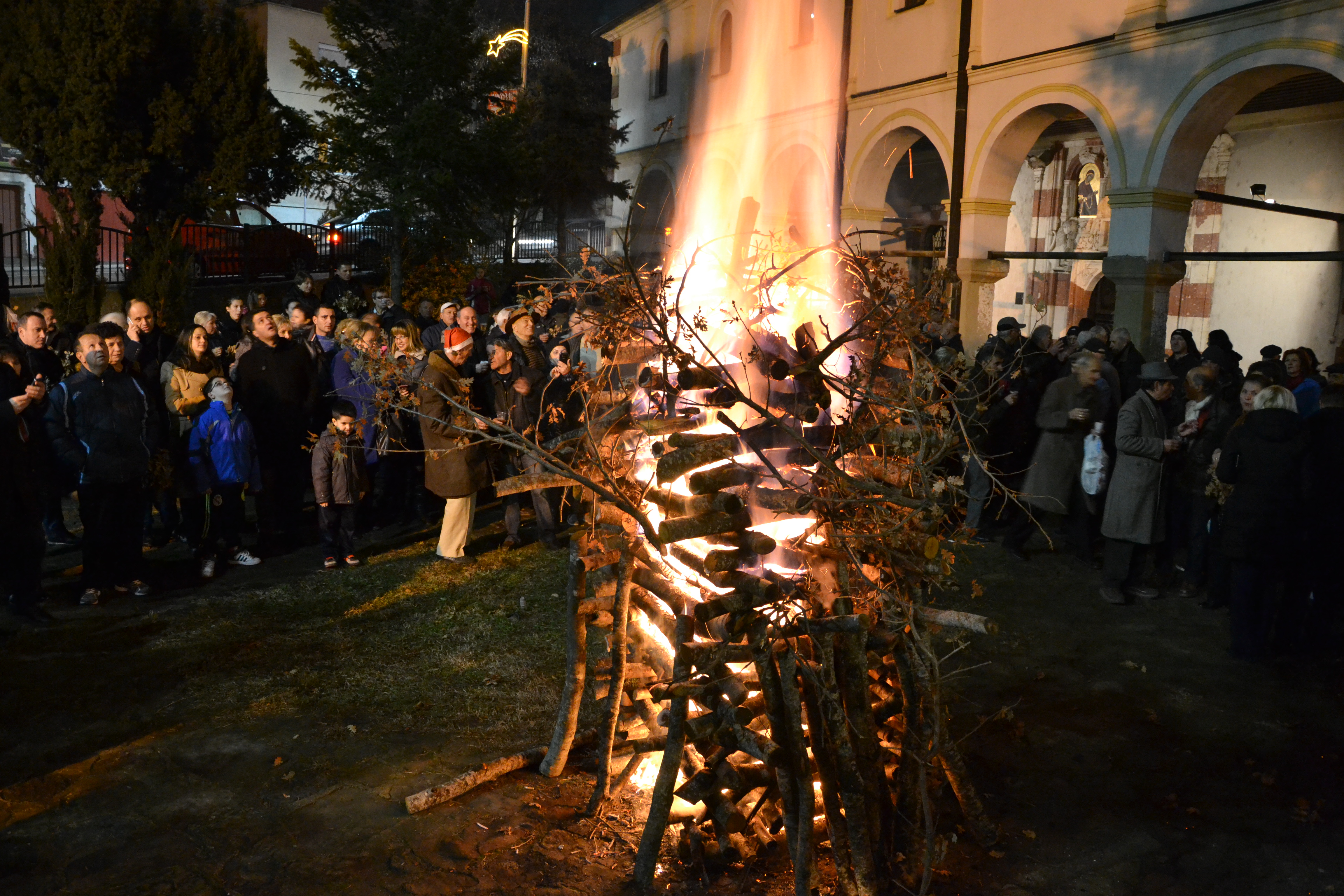
Een kerstavondbrand op de binnenplaats van de Sint-Niklaaskerk in Štip.
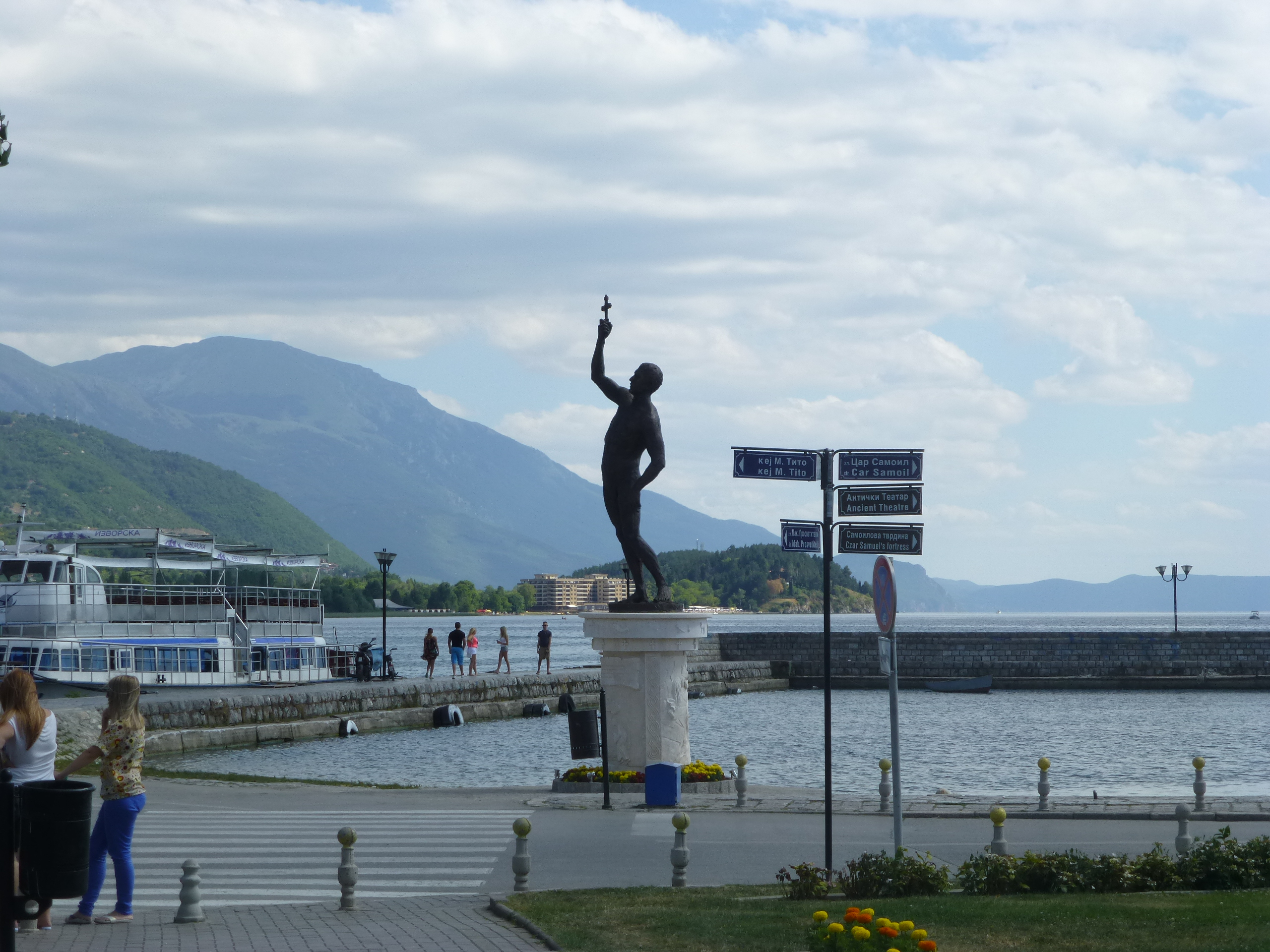
Het standbeeld van een duiker die een kruis uit het water van het meer van Ohrid heeft gehaald (de Driekoningen-gewoonte)

## Noorwegen

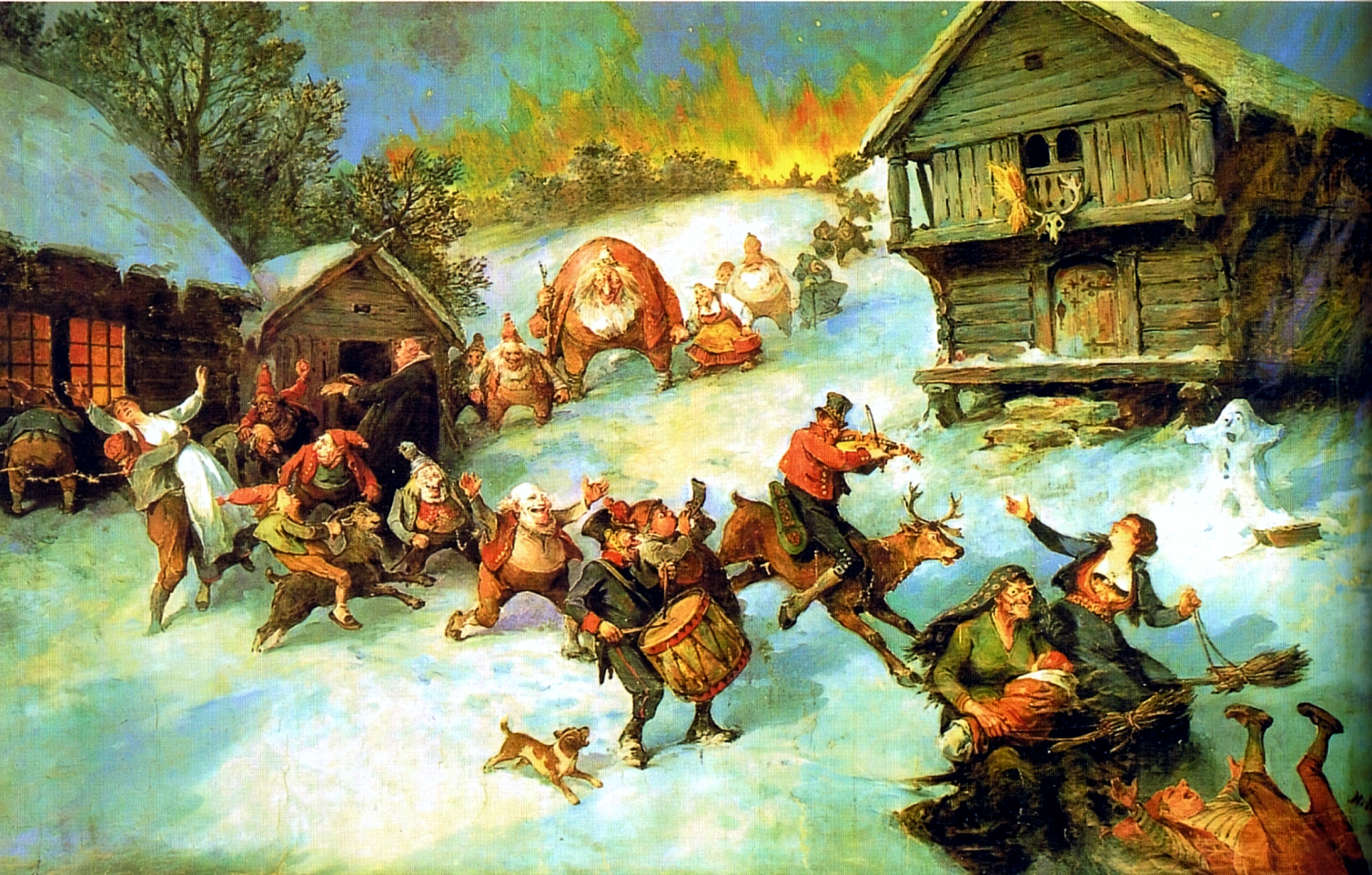
"Julereia"; bestaande uit goblins, heksen, trollen, elfen en andere obscure wezens, die tijdens de kerstperiode rondreizen om chaos en verwoesting te veroorzaken., 1922

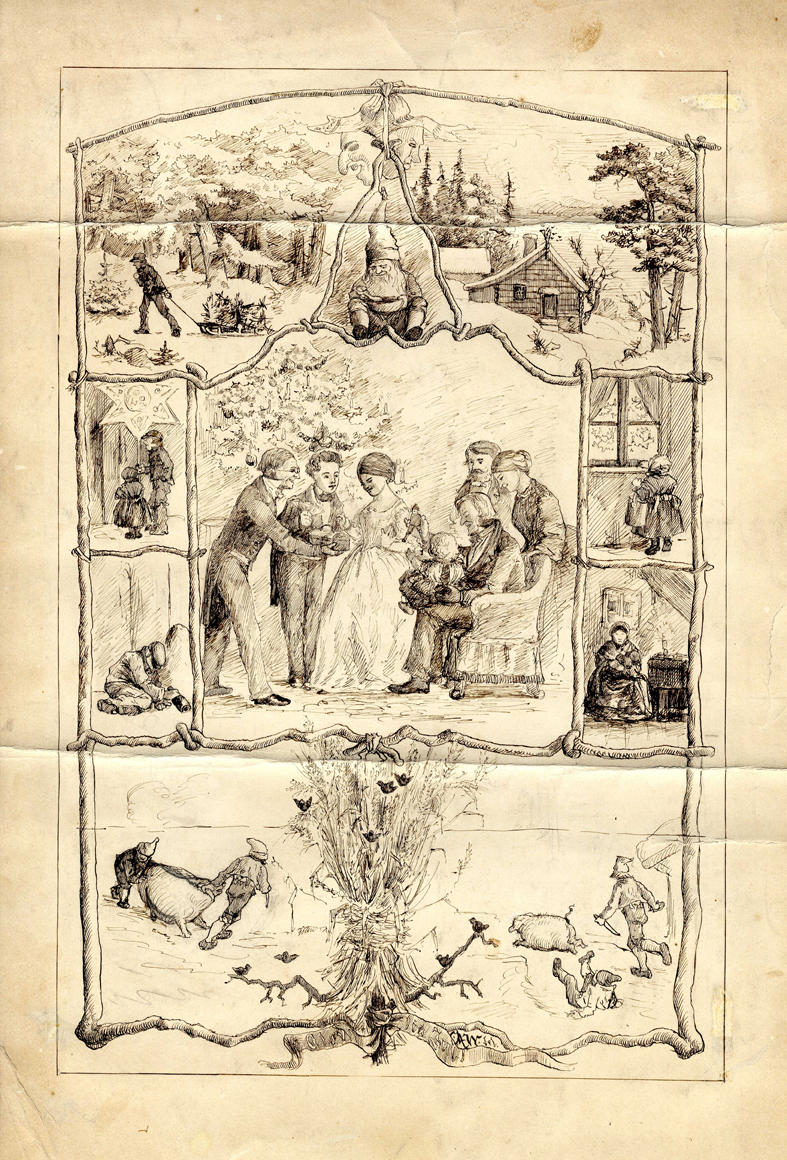
Kersttradities uit Noorwegen

Kerst wordt in Noorwegen Yule of Jul genoemd (zie ook joelfeest). Op Yule-avond wordt niemand geacht naar buiten te gaan, vanwege het gevaar griezelige wezens tegen te komen. In Noorwegen worden cadeaus uitgewisseld op kerstavond. Als er jonge kinderen aanwezig zijn worden de cadeaus uitgedeeld door de Kerstman, anders worden ze onder de boom gelegd en uitgedeeld door de jongste aanwezige.
Noren vieren Kerstmis op 24 december; het kerstmenu (Julebord, wat "joel-tafel" betekent) bestaat traditioneel uit varken of lam en in de westerse streken ook wel schapenhoofd. Dit wordt vergezeld van aardappelen en koolrapen (bij het lam) of zuurkool (bij het varken). Als nagerecht is er riskrem (rijstepap met slagroom). Daar zit een amandel in verstopt en degene die hem vindt, krijgt een klein cadeautje (vaak een marsepeinen varkentje). Andere bekende kerstgerechten zijn: risengrysgrøt, ribbe, juletorsk, pinnekjøtt, medisterpølse, lutefisk, pinnekjøtt en de fattigmann. Als drank wordt vaak Aquavit geserveerd.
In de Scandinavische landen is het al lang gebruikelijk om met Kerstmis een Kornbånd (maïs met korenaren, een vogel of een kerstboom) buiten het raam te hangen. Omdat priesters in de 18e eeuw de gewoonte als heidens zouden hebben veroordeeld, wordt gespeculeerd dat de kerstboom oorspronkelijk een voorchristelijk winteroffer was. Andere geleerden hebben de Kornbånd geïnterpreteerd als een middel ter bescherming tegen kwade krachten, als een offer aan een vegetatiegod, als een middel om een heidense graangeest levend te houden of als een magische omkoping om te voorkomen dat vogels de vruchten van het volgende jaar vernietigen.
In Noorwegen wordt ook het Luciafeest gevierd.
Julebrus of jolebrus (kerstlimonade) is een Noorse frisdrank die door de meeste Noorse brouwerijen als kerstdrankje voor minderjarigen wordt gebrouwen, in plaats van het traditionele juleøl (kerstbier). Het is echter niet beperkt tot minderjarigen, want het is erg populair bij alle leeftijden. Kransekake is een traditioneel Noors snoepgoed, dat vaak wordt gegeten bij speciale gelegenheden. Krumkake wordt ook als kerstgerecht gezien, vergelijkbaar met het kniepertie

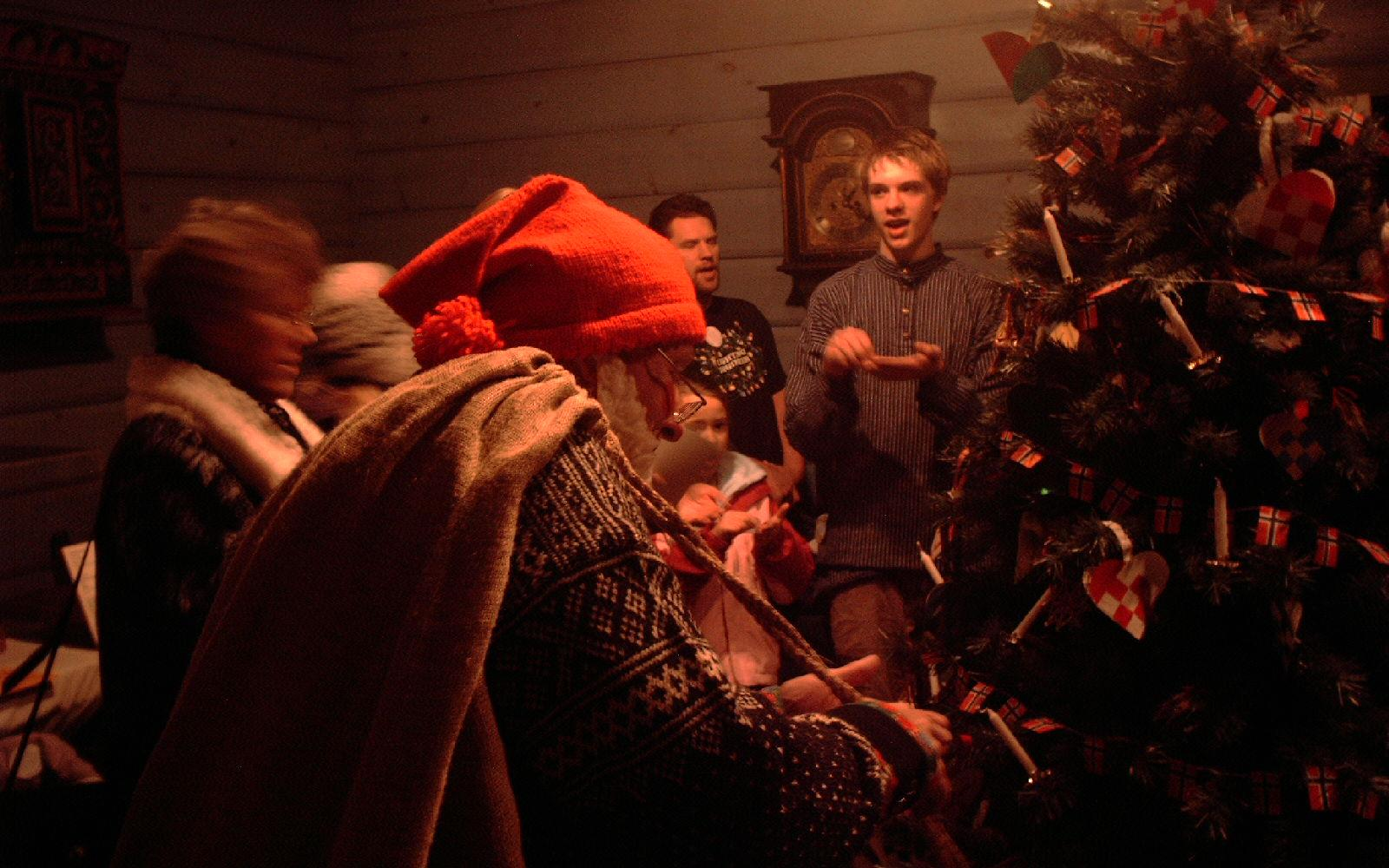
Een lied voor de Julenisse
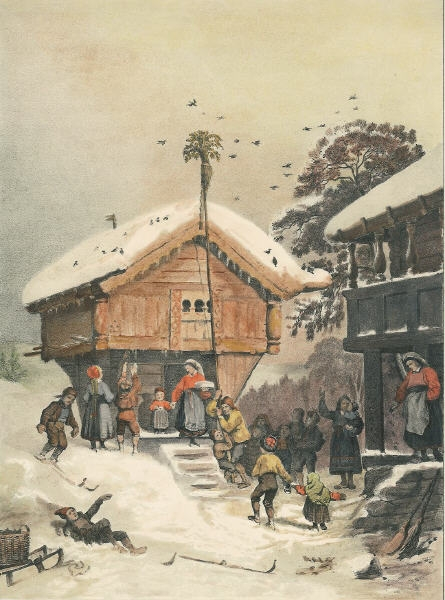
Kerstgebruik in Noorwegen
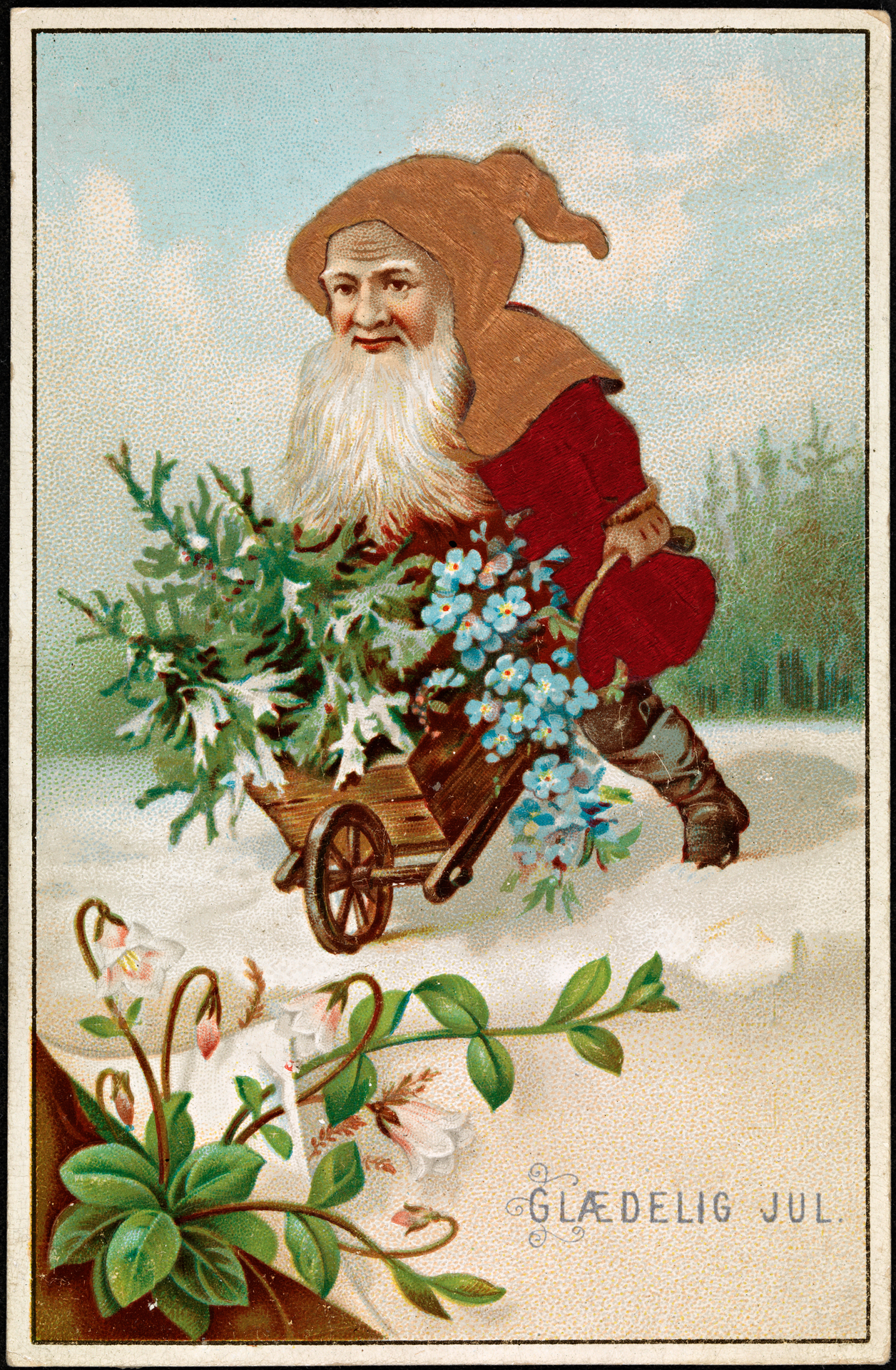
Glædelig Jul
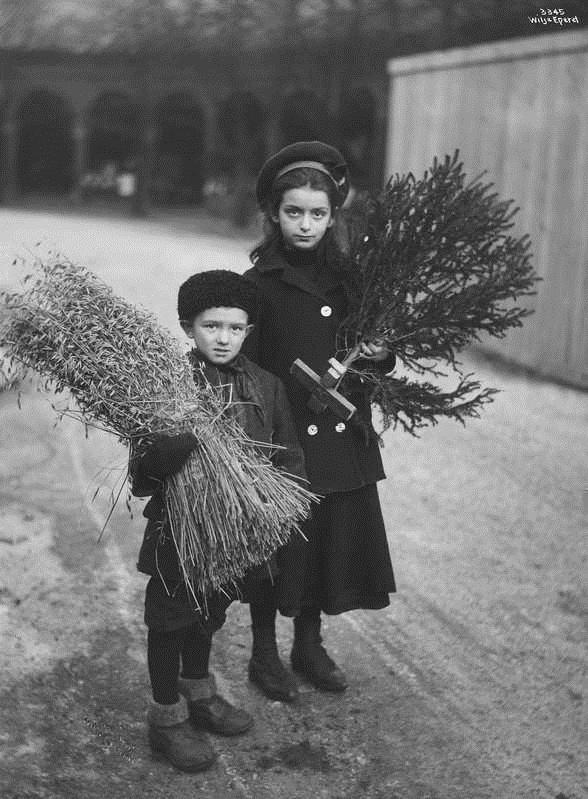
Voorbereidingen voor kerst
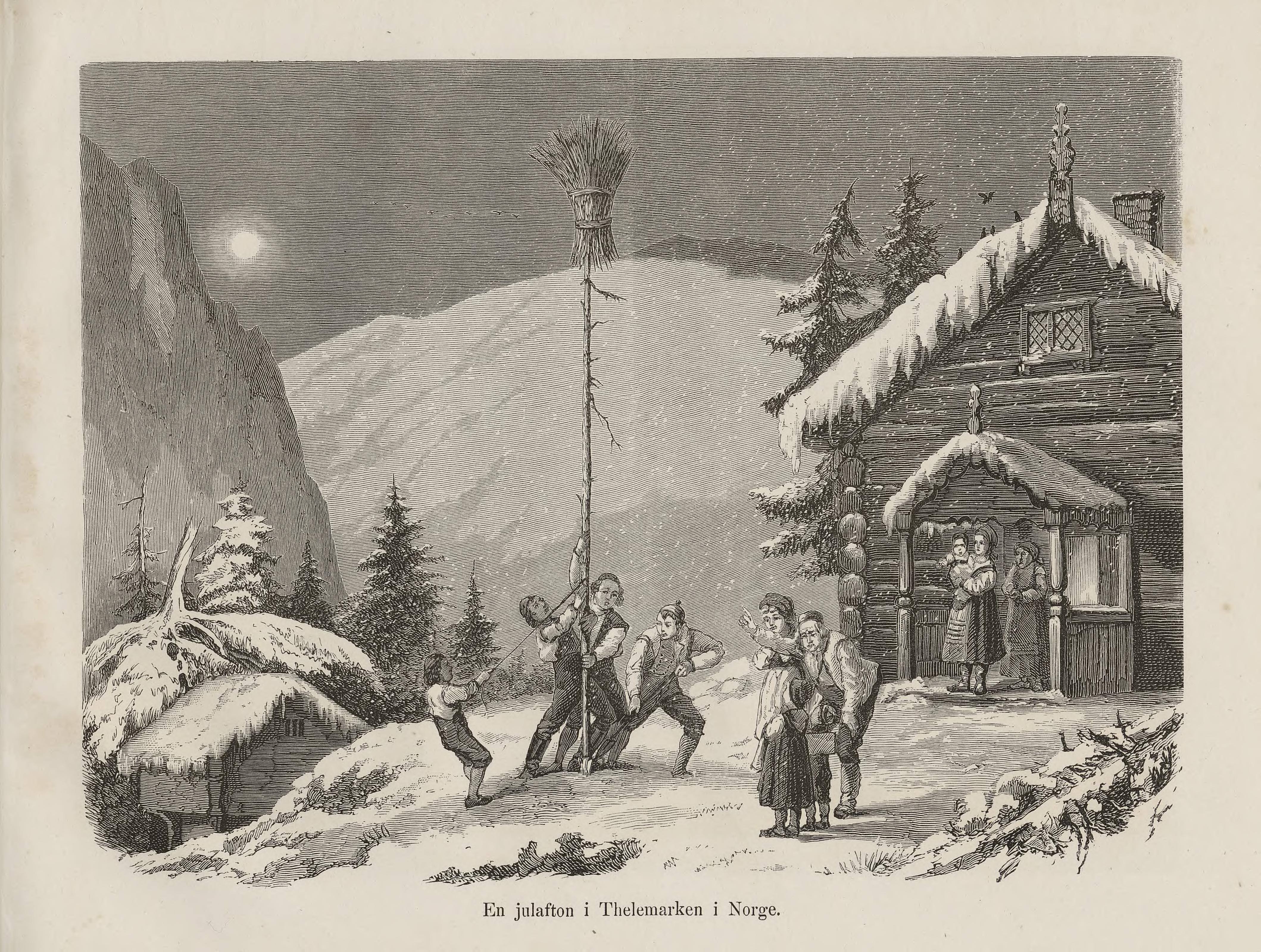
Julenek, 1873
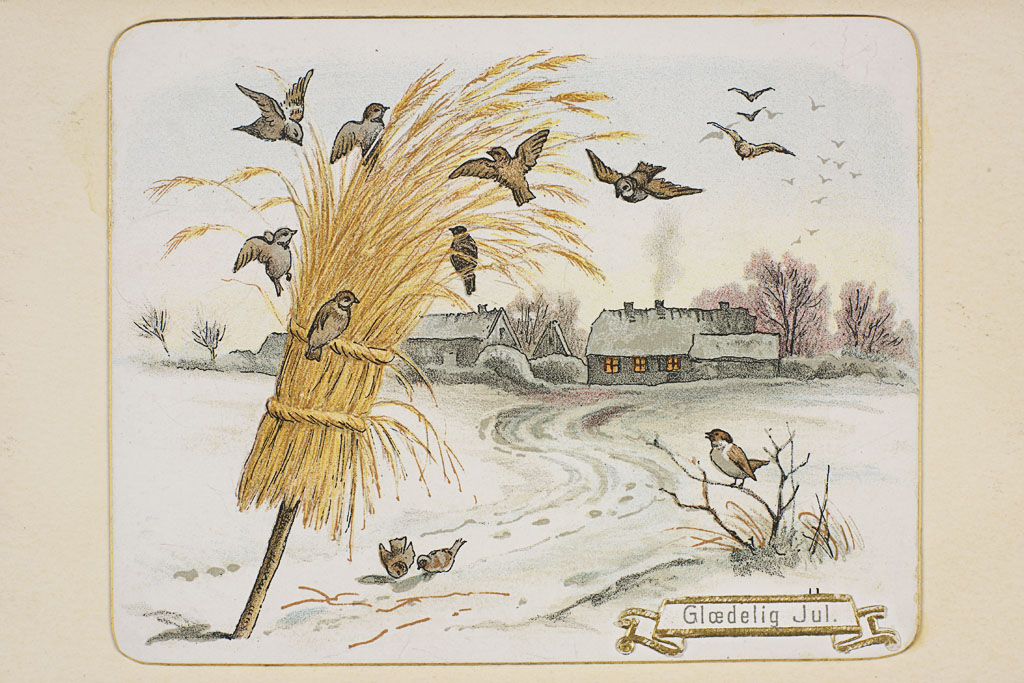
Glædelig Jul; kerstkaart
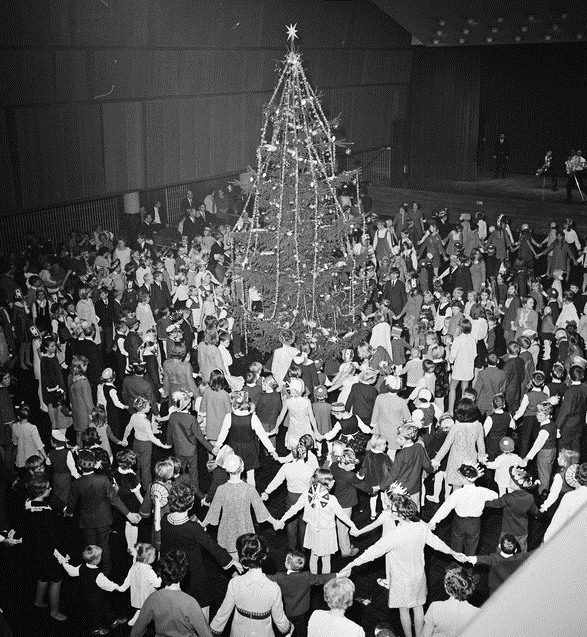
Dansen rond de kerstboom op het Juletrefest
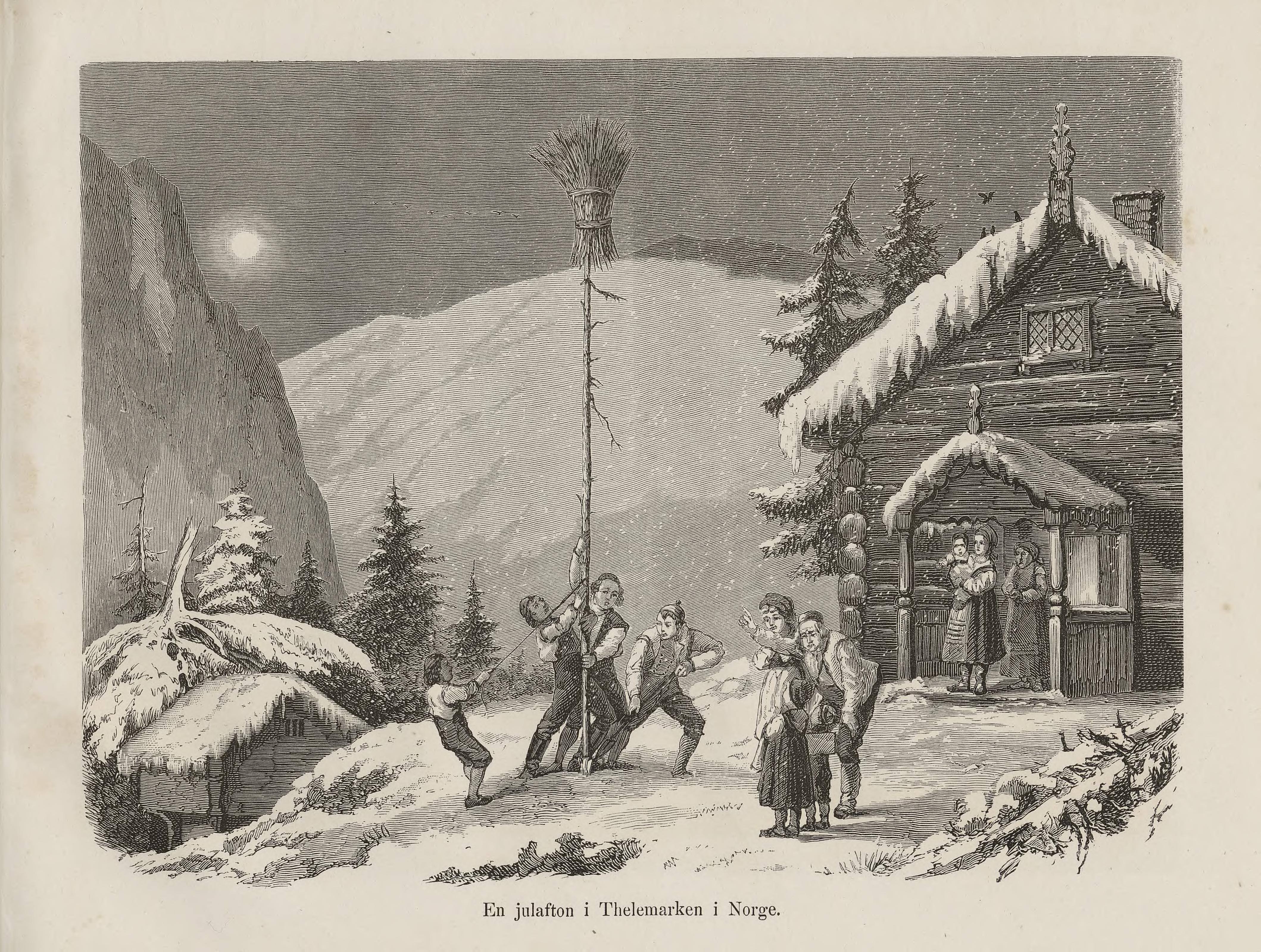
Een kerstavond in Telemark, Nationale Bibliotheek van Noorwegen, 1873
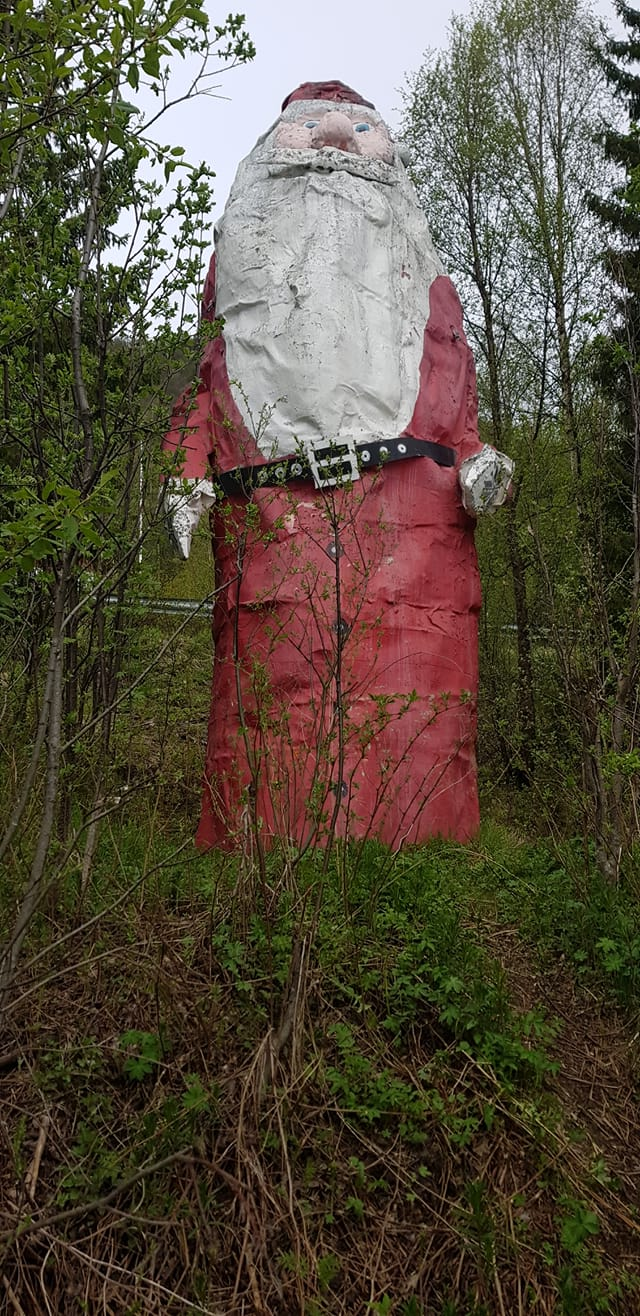
Het "Gollis" monument, geïnspireerd op de geest van Kerstmis, is de grootste kerstman ter wereld (9 meter hoog) en een toeristenattractie
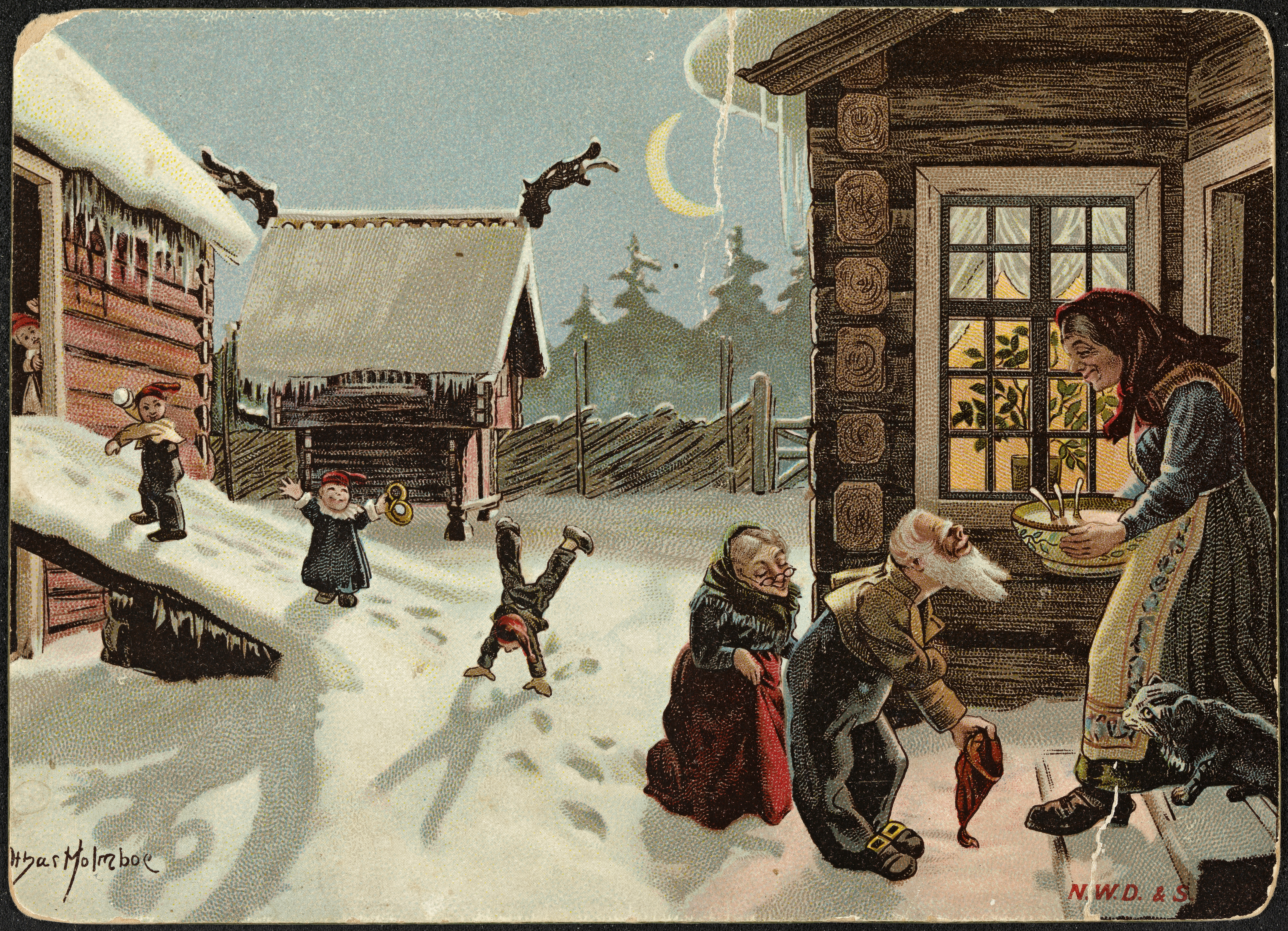
Kerstkaart uit Noorwegen, ca. 1899
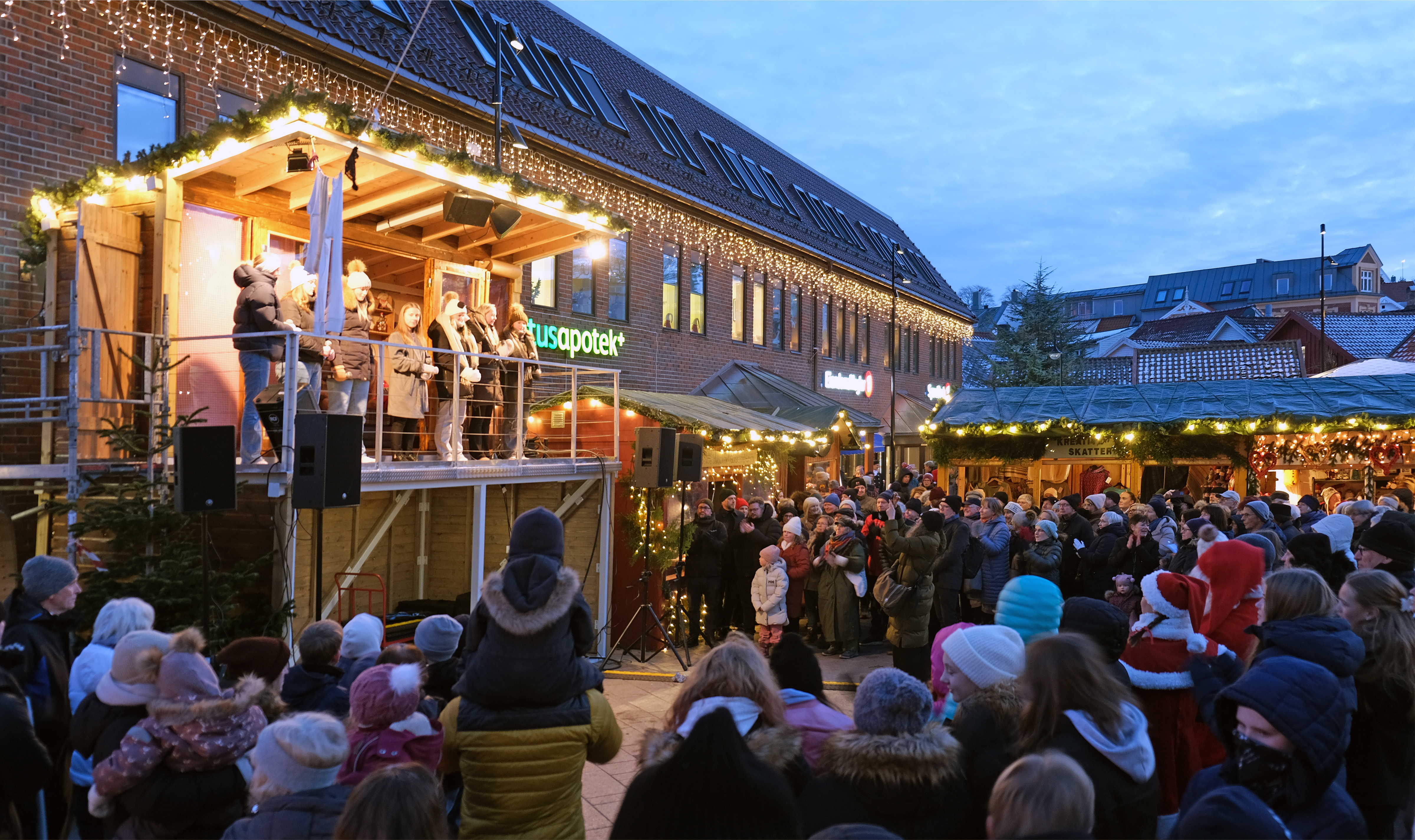
Kerstmarkt in Egersund
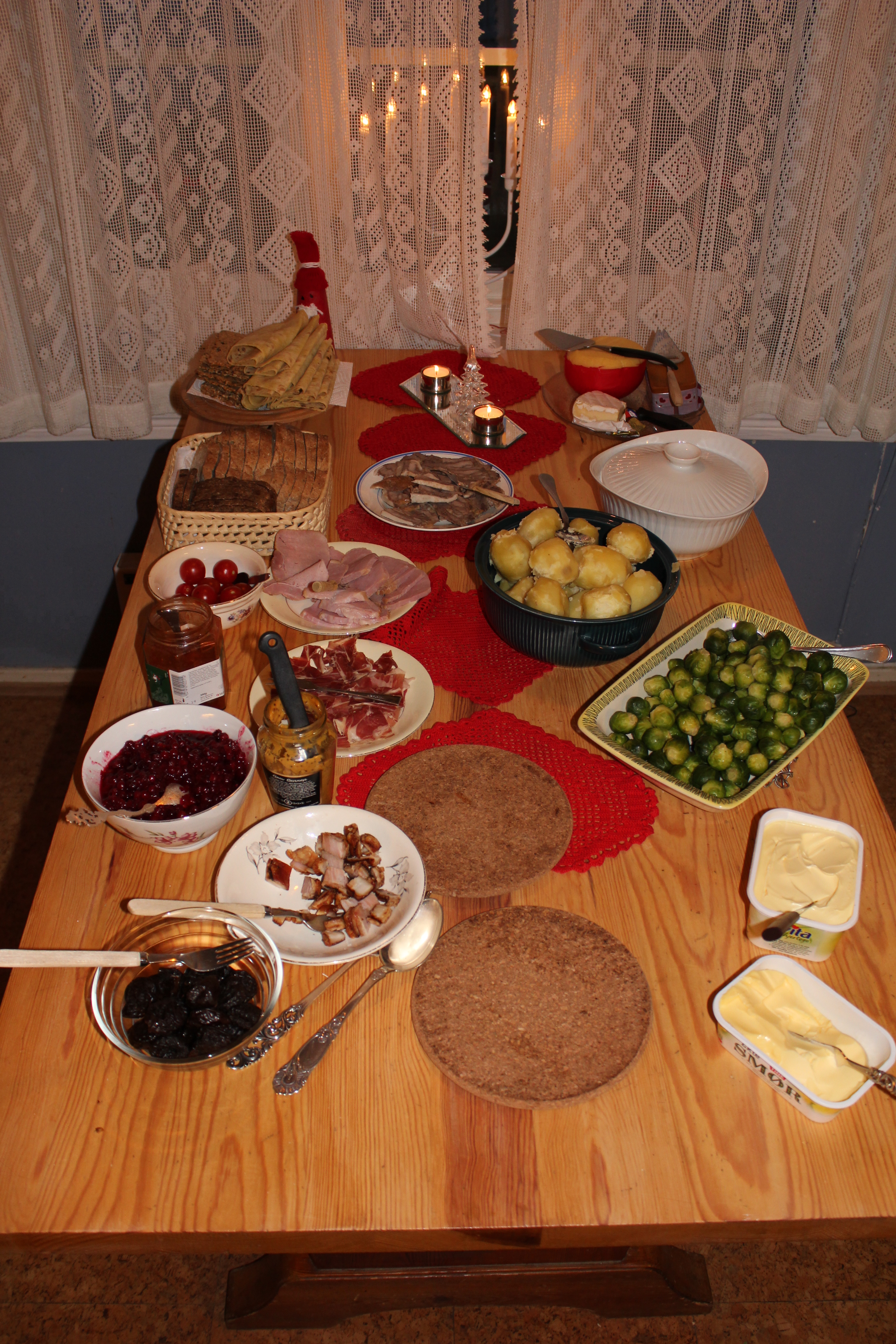
Kerstdiner
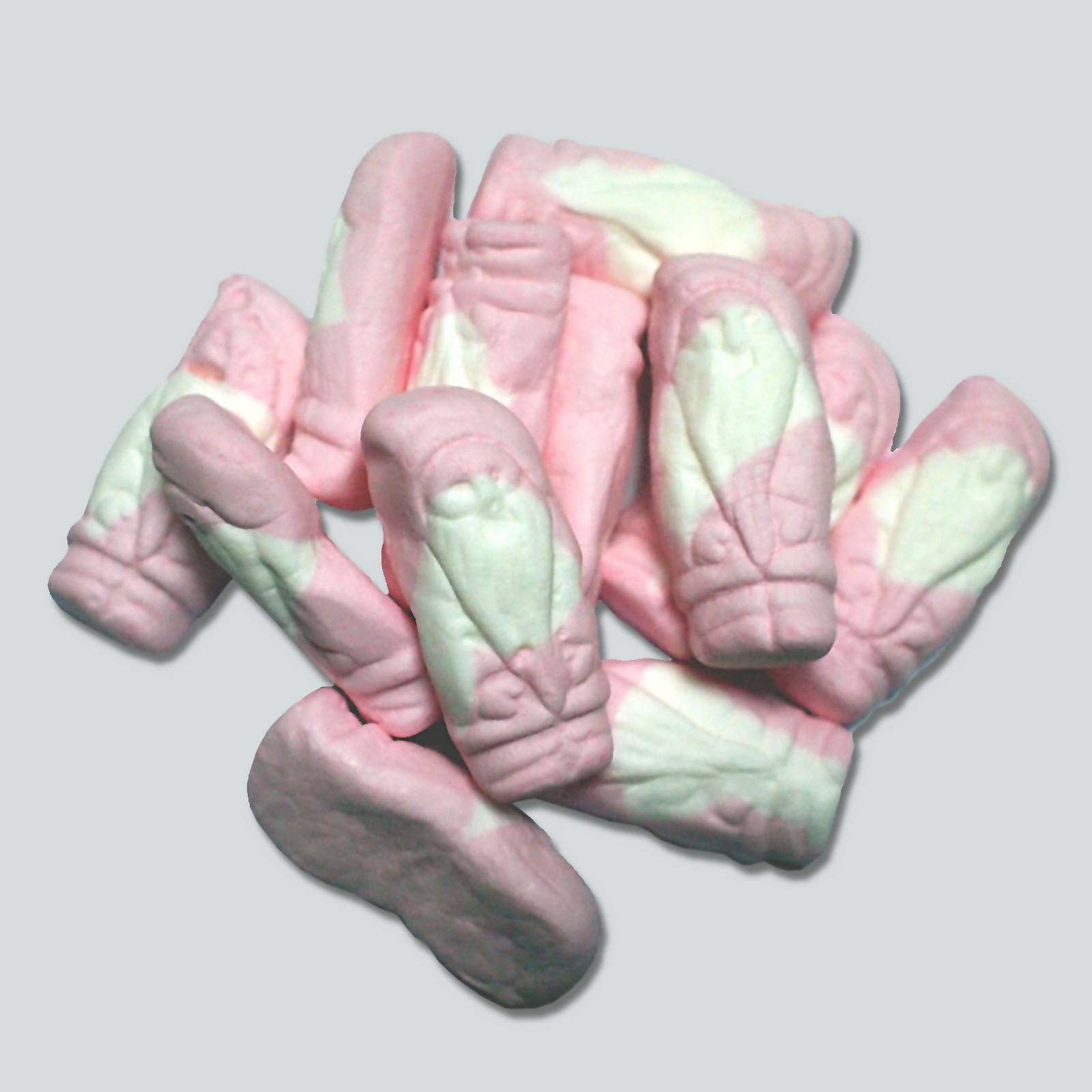
Cloetta Juleskum in de vorm van een kerstman
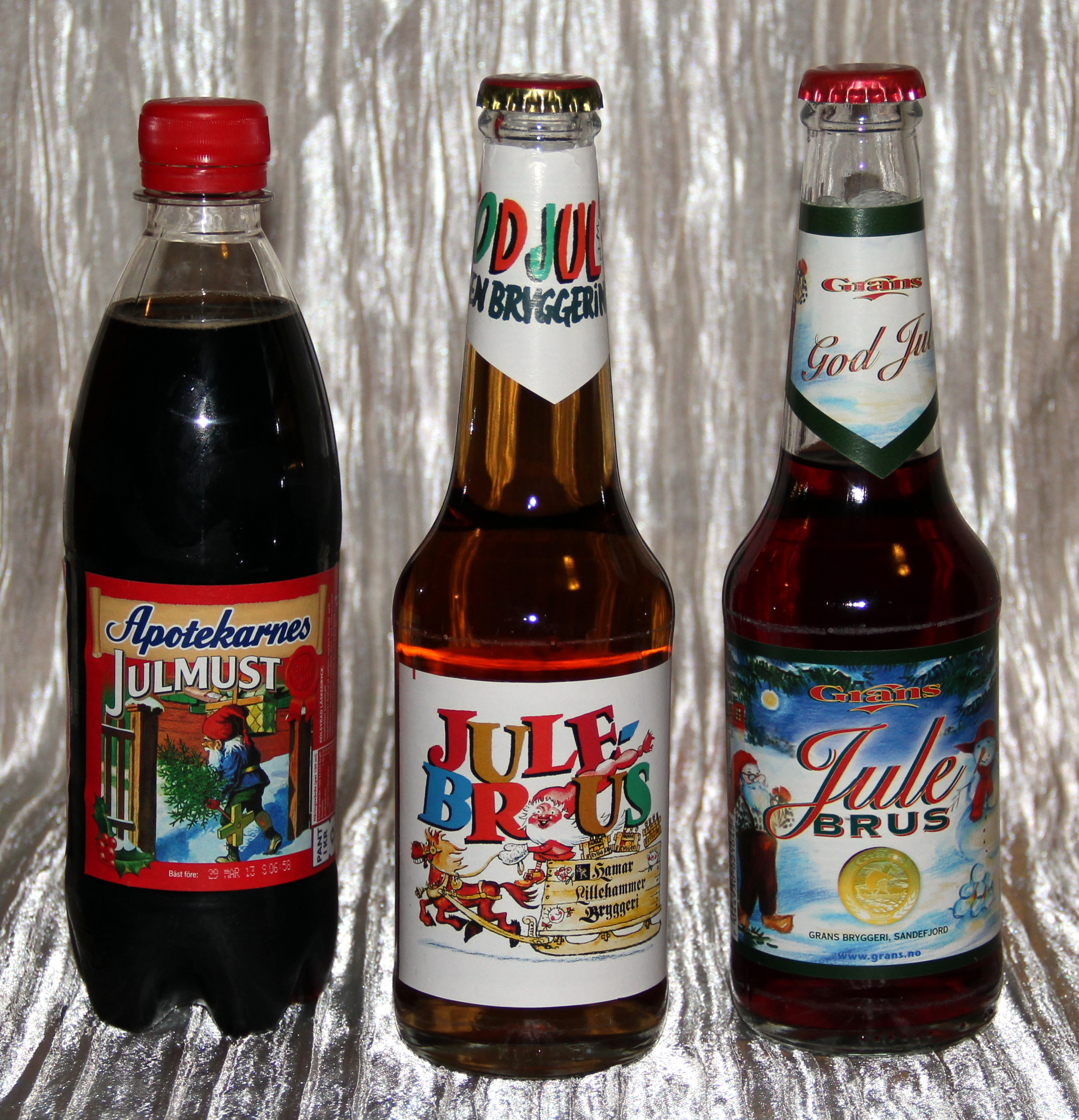
Julebrus

## Oekraïne

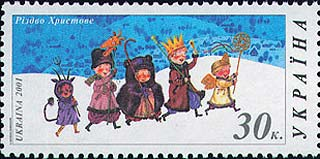
Kerst-postzegel, Oekraïne, 2001

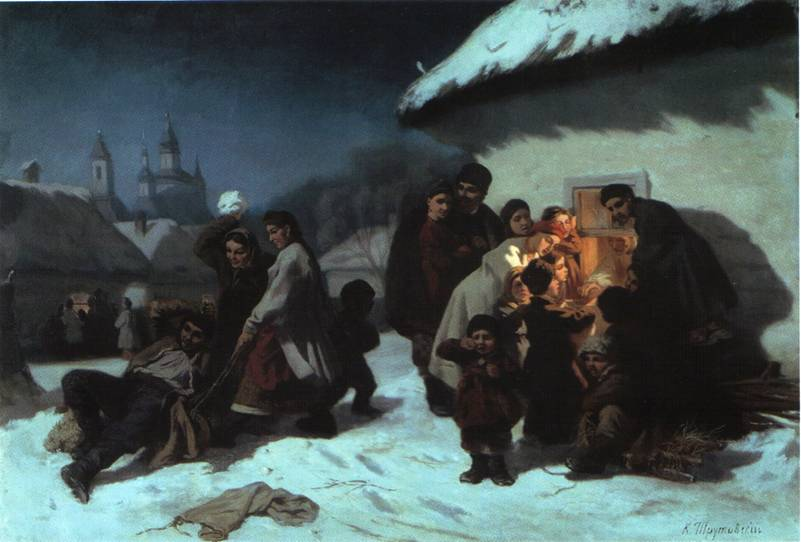
Koljadka, 1864

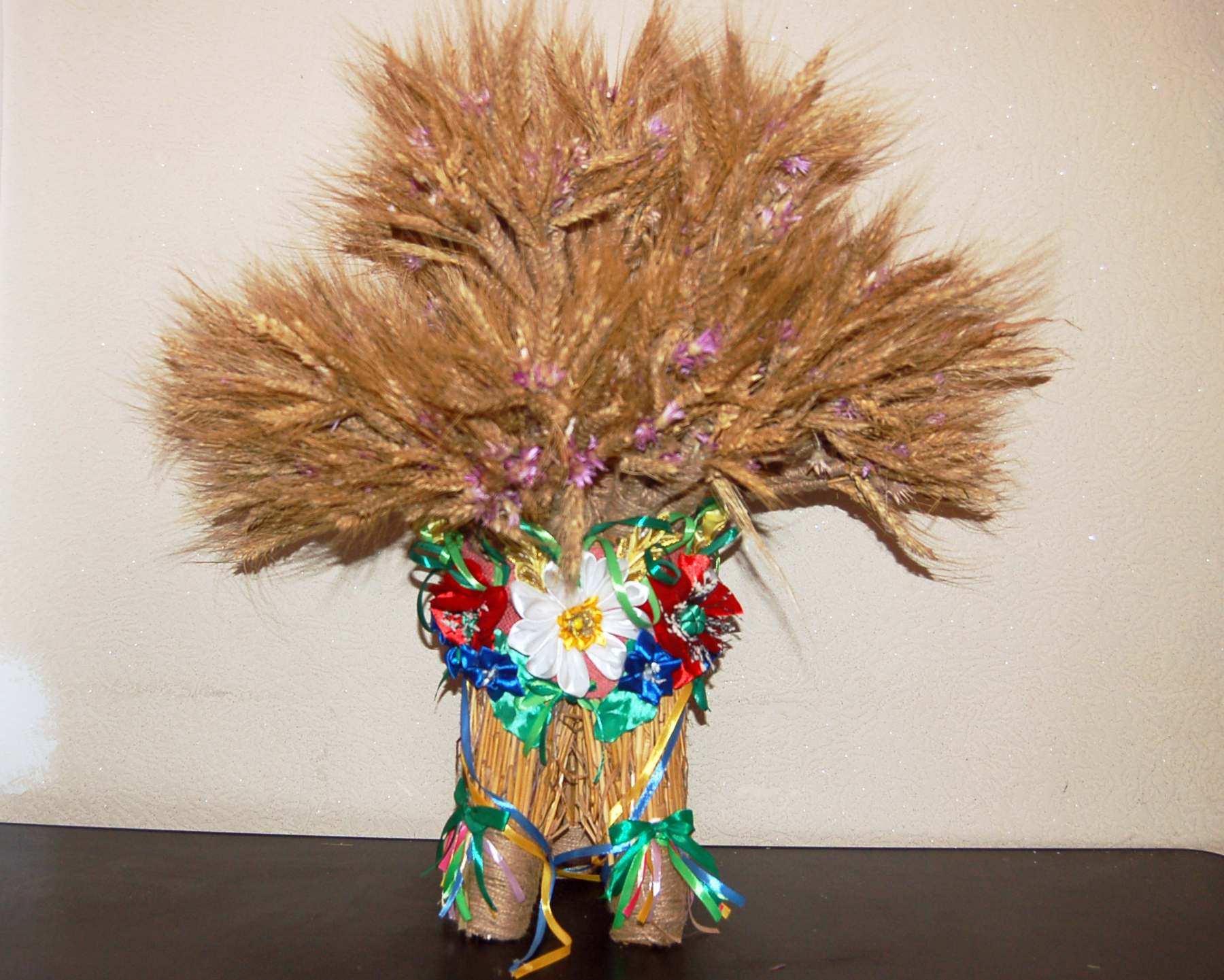
Deze didukh lijkt op een boom. Het heeft vier niveaus, die elk een symbool zijn van één seizoen. Op elke laag zijn er drie takken die de maanden van het jaar symboliseren. Elke maand bestaat uit een bosje van elk zeven aartjes, net als de dagen van de week. Didukh verbindt de wereld van de levenden, de doden en de ongeborenen. De basis is het statief - de wereld van de doden, de stam - de wereld van de levenden, en de takken - de wereld van de goden.

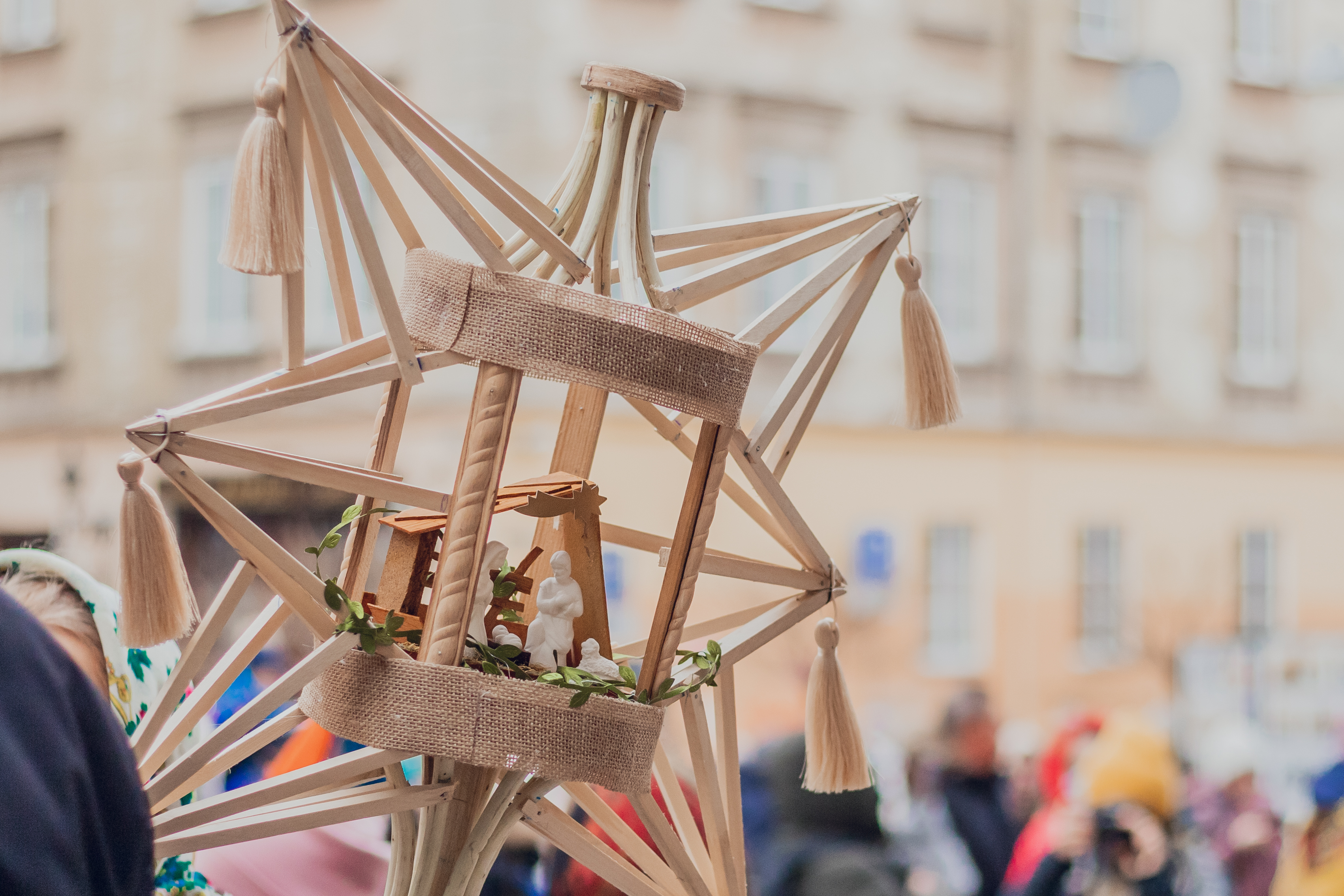
Een handgemaakte houten ster die het wonder van Kerstmis uitbeeldt

In Oekraïne wordt Kolyada (Коляда, Kolyadá) gevierd. Er worden traditioneel verteps opgevoerd, voorheen in de vorm van een poppenspel. In recente tijden verkleden jonge kinderen zich met Kerstmis als de verschillende personages en spelen de toneelstukken van de vertep. Deze vorm, die de oude traditie van Malanka volgt, is vrij populair in West-Oekraïne.
Eten krijgt een zeer belangrijke rol, omdat men gelooft dat hoe meer variatie er die dag op tafel staat, hoe genereuzer het volgende jaar zal zijn. De gerechten moeten zeer bevredigend zijn, maar bijvoorbeeld het koken van vis is een slecht teken, omdat geluk uit het huis kan "stromen". Varkensgerechten worden absoluut bereid, omdat dit dier overvloed in het huis symboliseert.
In Oekraïne wordt Sviatyi Vechir (Святий Вечір, Heilige Avond) traditioneel gevierd met een vleesloos kerstavondmaal dat bestaat uit twaalf gerechten: het Sviata Vecheria (Свята Вечеря, Heilig Avondmaal). De belangrijkste kenmerken van het Heilig Avondmaal in Oekraïne zijn kutia (een gerecht van maanzaad, honing en tarwe) en uzvar (een drankje gemaakt van gereconstitueerd gedroogd fruit). Andere typische gerechten zijn borsjt, varenyky en gerechten gemaakt van vis, phaseolus en kool. Kutia is het eerste van de twaalf gerechten die worden geserveerd voor Svyata vecherya (kerstdiner met twaalf gangen) om te proeven. Het hoofd van het gezin neemt de eerste lepel van de kutia, tilt hem op en roept de zielen van de overleden familieleden op om zich bij hen aan te sluiten op deze nacht. Hij proeft dan de kutia en gooit de rest van de lepel omhoog naar het plafond. In plattelandssteden zouden er in het komende jaar zwermen bijen en pasgeboren vee moeten zijn, net zoveel graankorrels als aan het plafond blijven plakken. In dezelfde trant zou er, als er veel maanzaadjes aan het plafond blijven hangen, een kans zijn dat er in het komende jaar kippen meer eieren dan normaal zouden leggen. In steden zou hetzelfde betekenen dat het gezin een voorspoedig nieuwjaar zou hebben en ook een teken van herinnering aan hun plattelandswortels. Iedereen die aanwezig is, eet een lepel kutia, waarna de andere gerechten naar buiten worden gebracht en gegeten.
De twaalf schotels symboliseren de Twaalf Apostelen. Net als in Polen is het verplicht om van alle schotels een portie te proberen. De tafel is bedekt met een wit kleed, dat symbool staat voor de doeken waarin het Kind Jezus gewikkeld was, en een grote witte kaars die in het midden van de tafel staat (en Christus het Licht van de Wereld symboliseert). Ernaast staat een rond brood dat Christus Brood des Levens symboliseert. Hooi wordt vaak op tafel of als decoratie in de kamer tentoongesteld, wat doet denken aan de kribbe in Bethlehem.
Een didukh is een Oekraïense kerstversiering gemaakt van een bundel tarwe, het is een symbolisch offer van de herfstoogst. Didukh betekent letterlijk "grootvadergeest". Didukhy worden traditioneel gemaakt van de eerste of de laatste stengels tarwe die gedurende het jaar worden geoogst. Ze symboliseren de wens van het huishouden voor een overvloed aan natuur en een overvloedige oogst voor het komende jaar. Voor de feestdagen worden tarweoren of -stengels verzameld met kleurrijke draden, vervolgens worden de trossen vastgebonden met linten. Een didukh wordt in de meeste Oekraïense huizen voor Kerstmis geplaatst en bewaard tot Masnytsia. Men gelooft dat de geesten van de voorouders van het huishouden tijdens de feestdagen in didukh verblijven. Terwijl het op een ereplaats in het huis staat, zullen de zielen van alle voorouders zich verenigen en de familie zegenen. Op Sviat Vechir (kerstavond) wordt de didukh door de hospodar (hoofd van het huishouden) naar binnen gebracht. Het wordt in de pokutia (hoek met iconen) van het huis geplaatst, samen met de kutia (ritueel voedsel) en uzvar (rituele drank). Op Masnytsia wordt didukh verbrand als symbool voor het einde van de winter.
Veel Oekraïense kerstversieringen zijn zelfgemaakt, waaronder een van de meest populaire decoraties de lappenpop of Motanka. De naam komt van het Oekraïense werkwoord “opwinden”. Motanky wordt meestal gemaakt van beschikbare natuurlijke stofresten en draden. Motanky is niet alleen maar een pop; het zijn periapts (amuletten) verzadigd met positieve energie. Deze engelen zijn gemaakt met een stukje stof ter grootte van een zakdoek en borduurgaren. Er kan een halo worden toegevoegd.

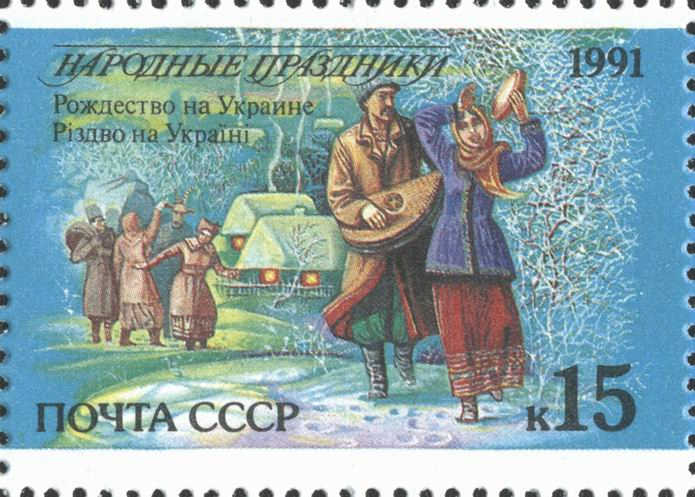
Kerst-postzegel uit 1991
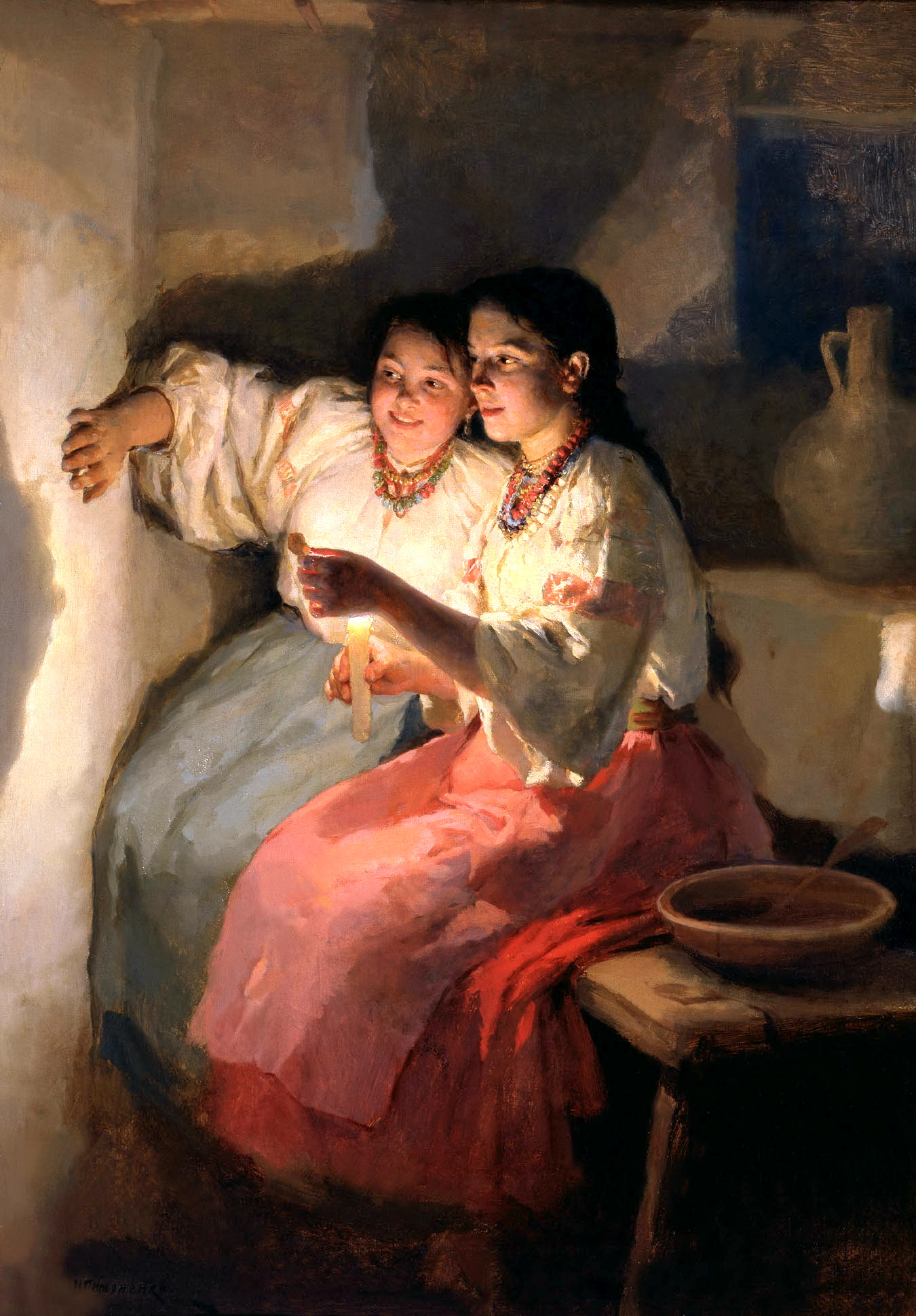
Kerst waarzeggerij, 1888
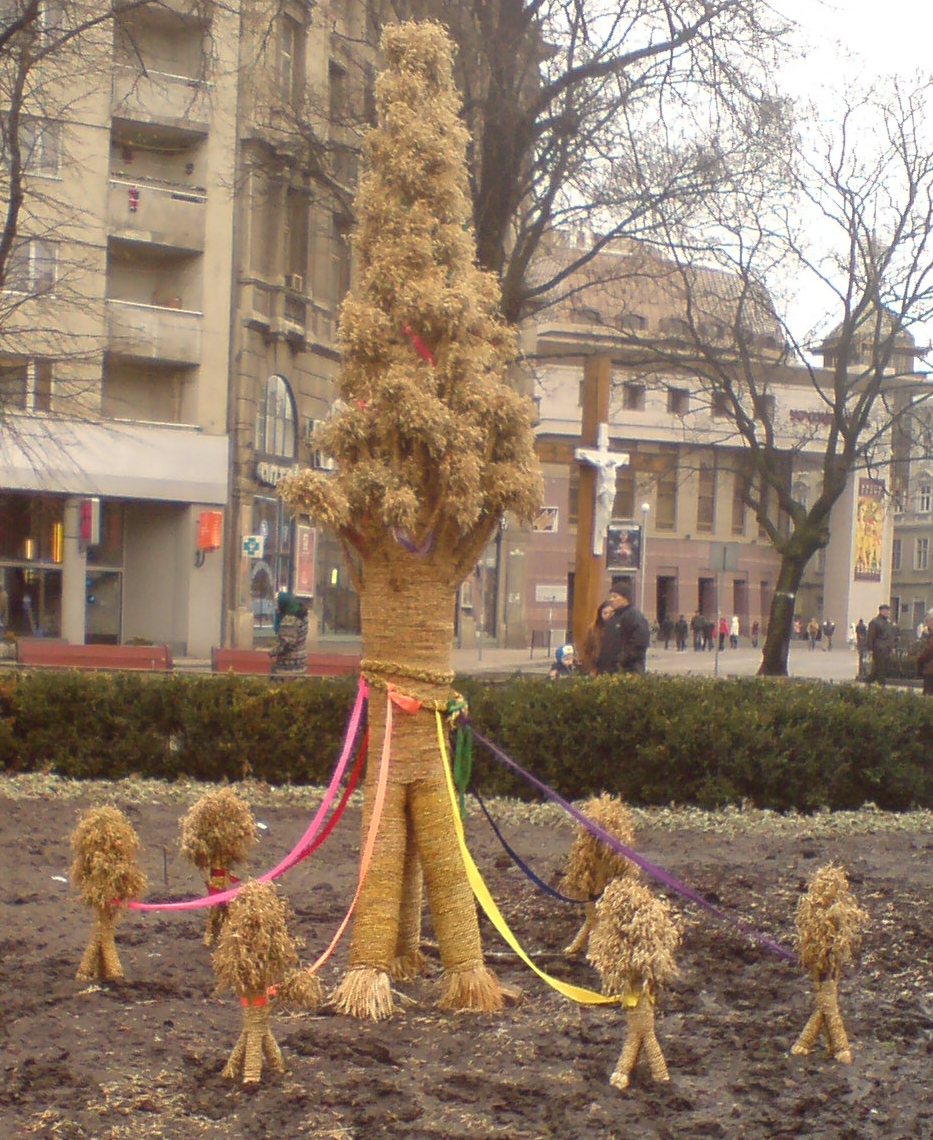
Diduch
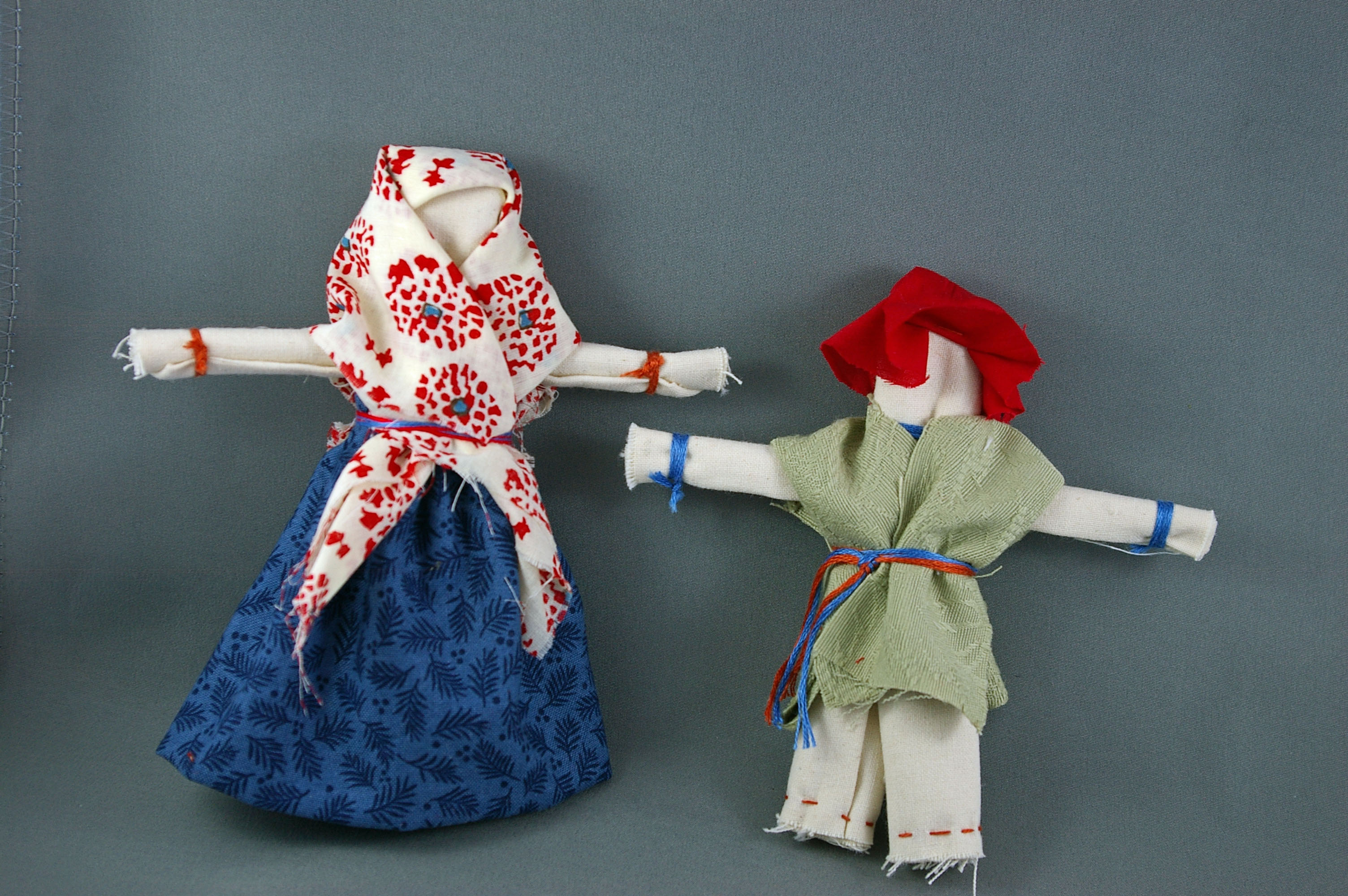
Montanky
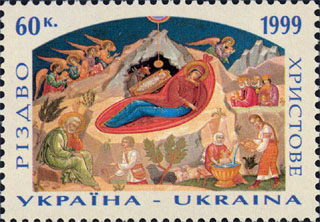
Kerst-postzegel uit 1999
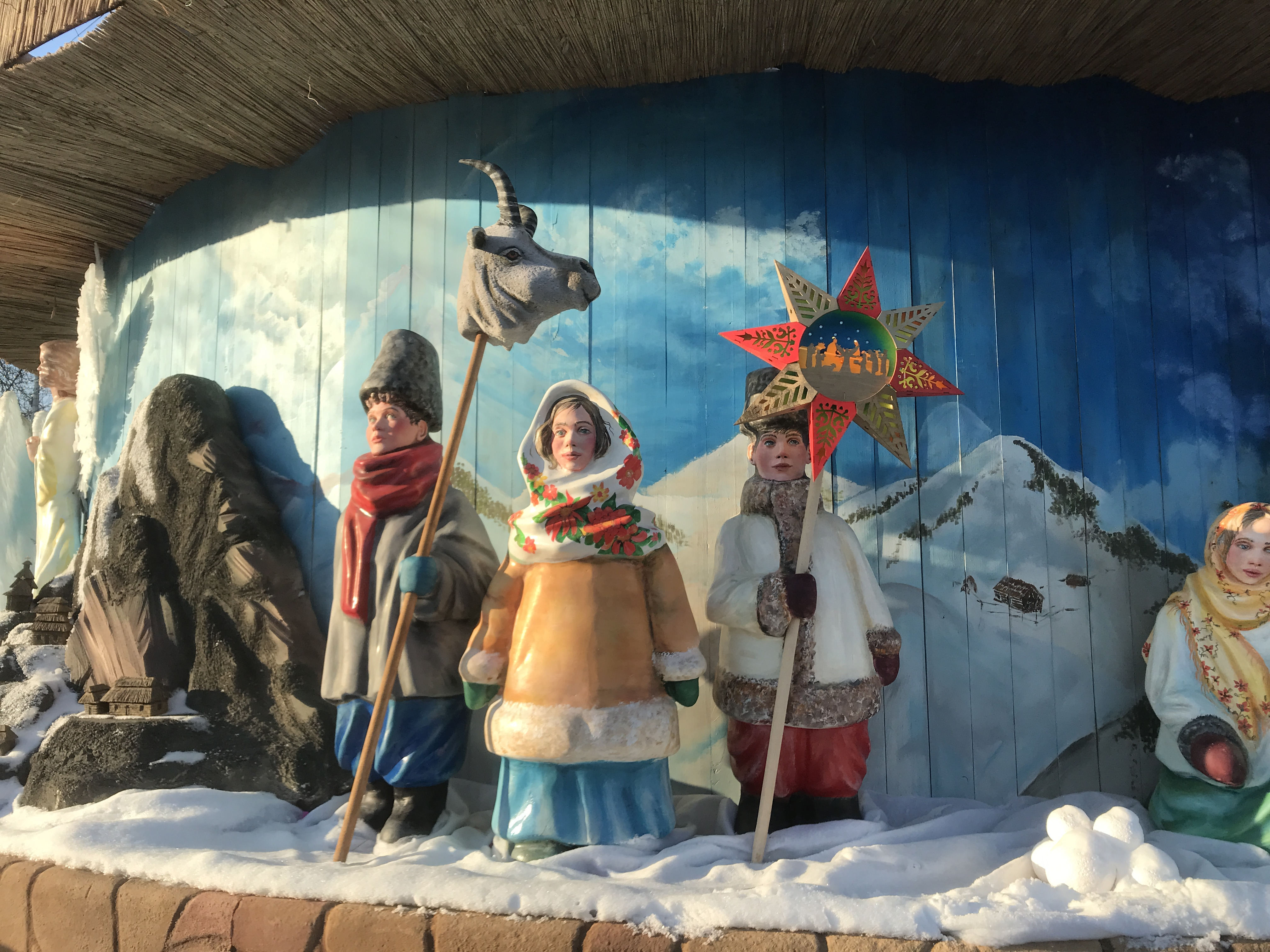
Figuren voor vertep
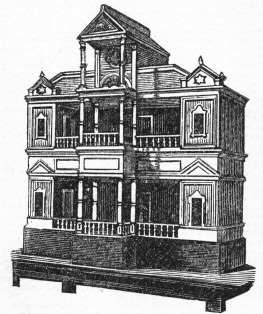
Kerststal voor vertep
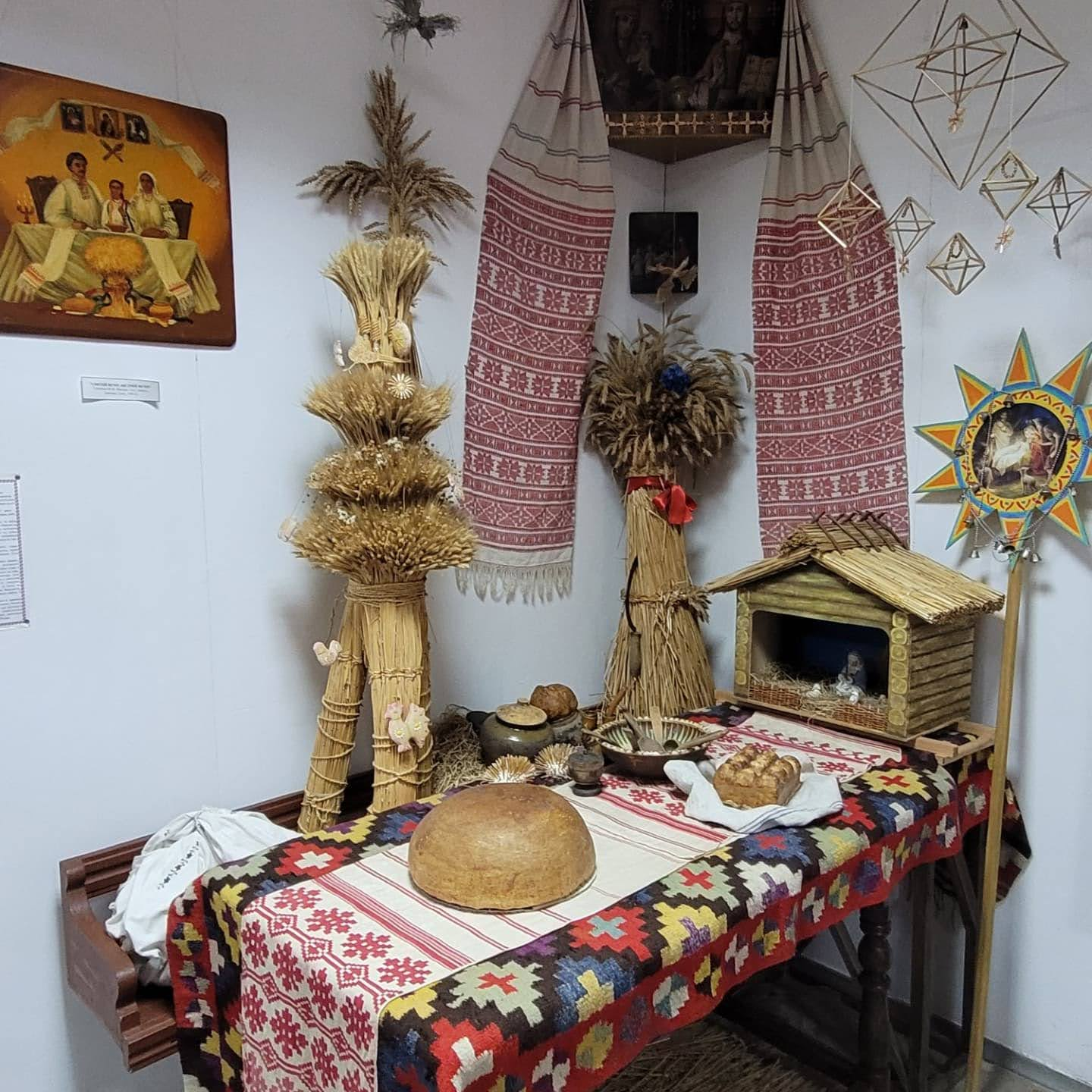
Himmeli
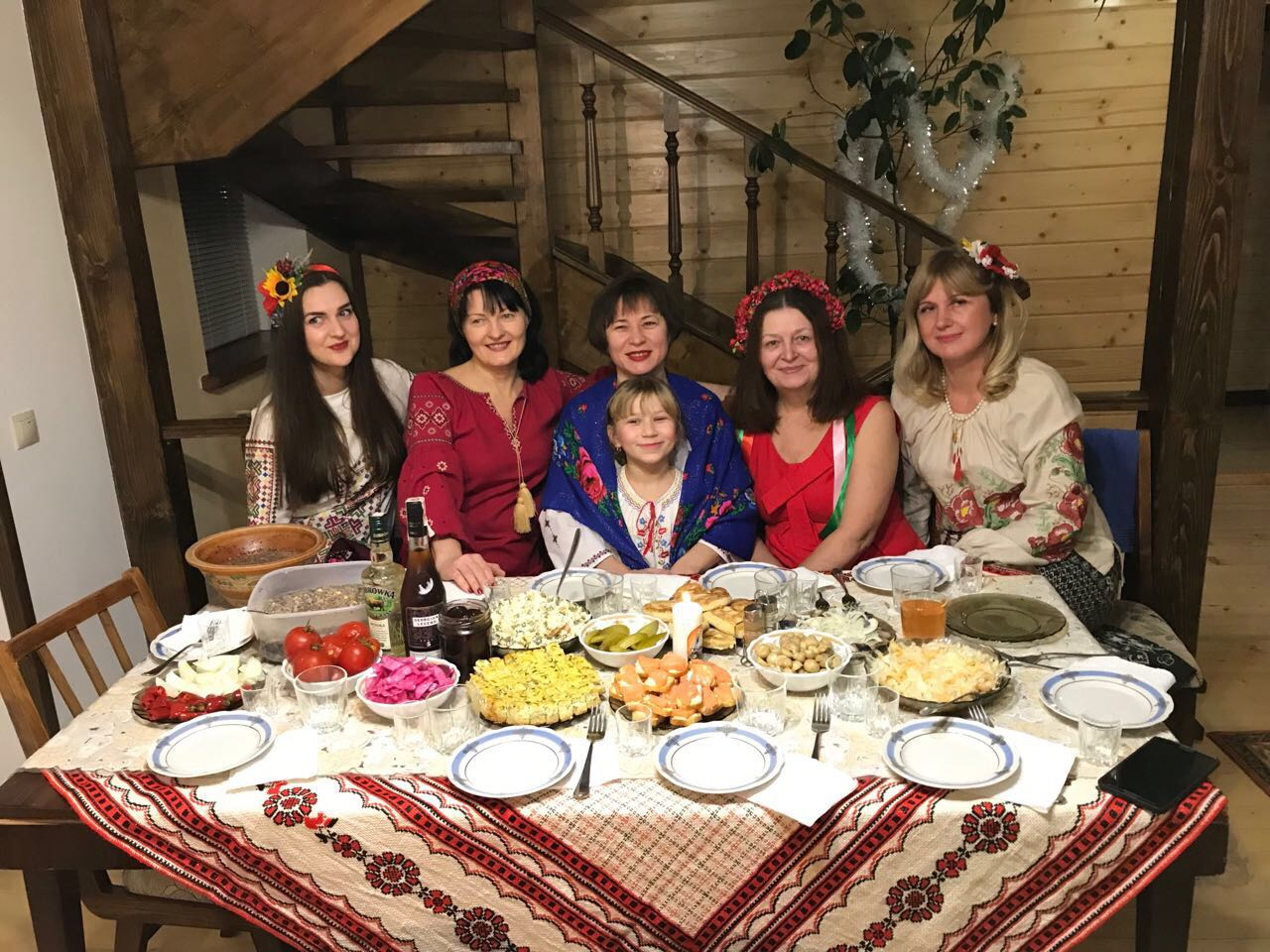
Kerstdiner in Oekraïne
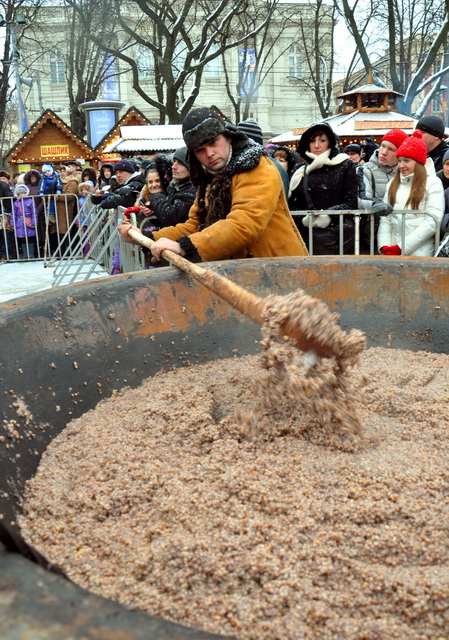
Kutia wordt klaargemaakt op een kerstmarkt, 2013
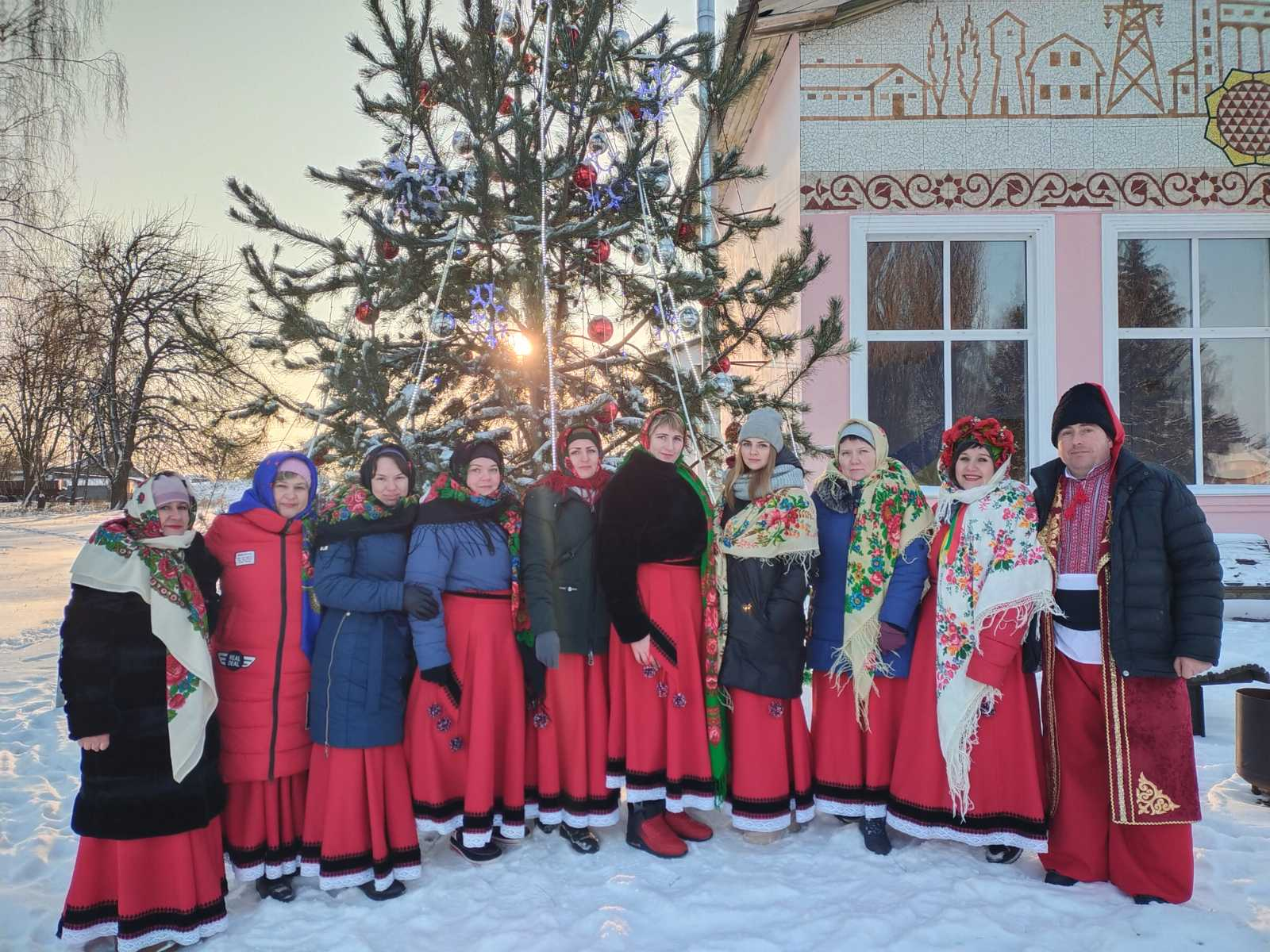
Een goede traditie is om dorpsgenoten een vrolijk kerstfeest te wensen
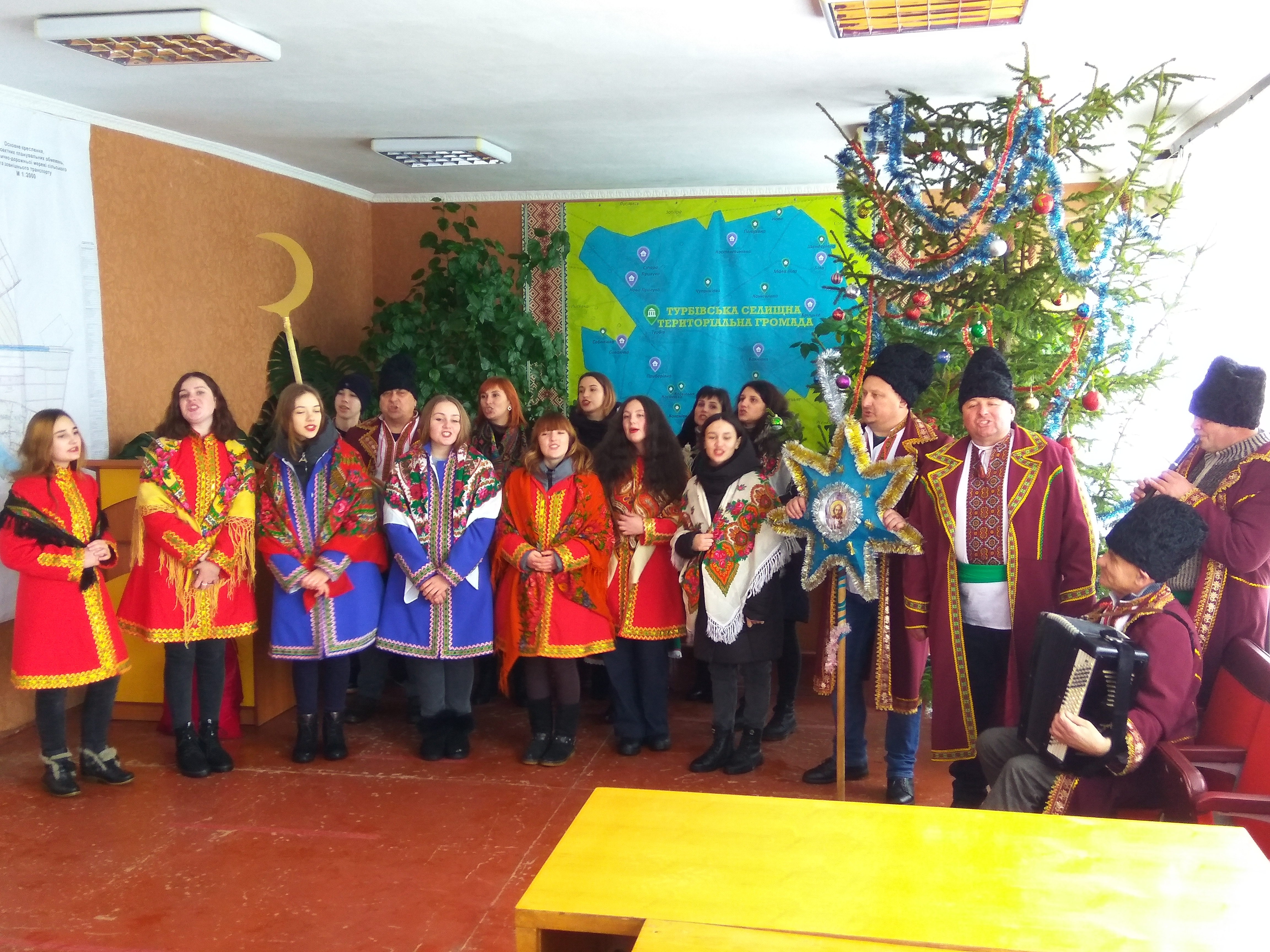
Het zingen van kerstliederen
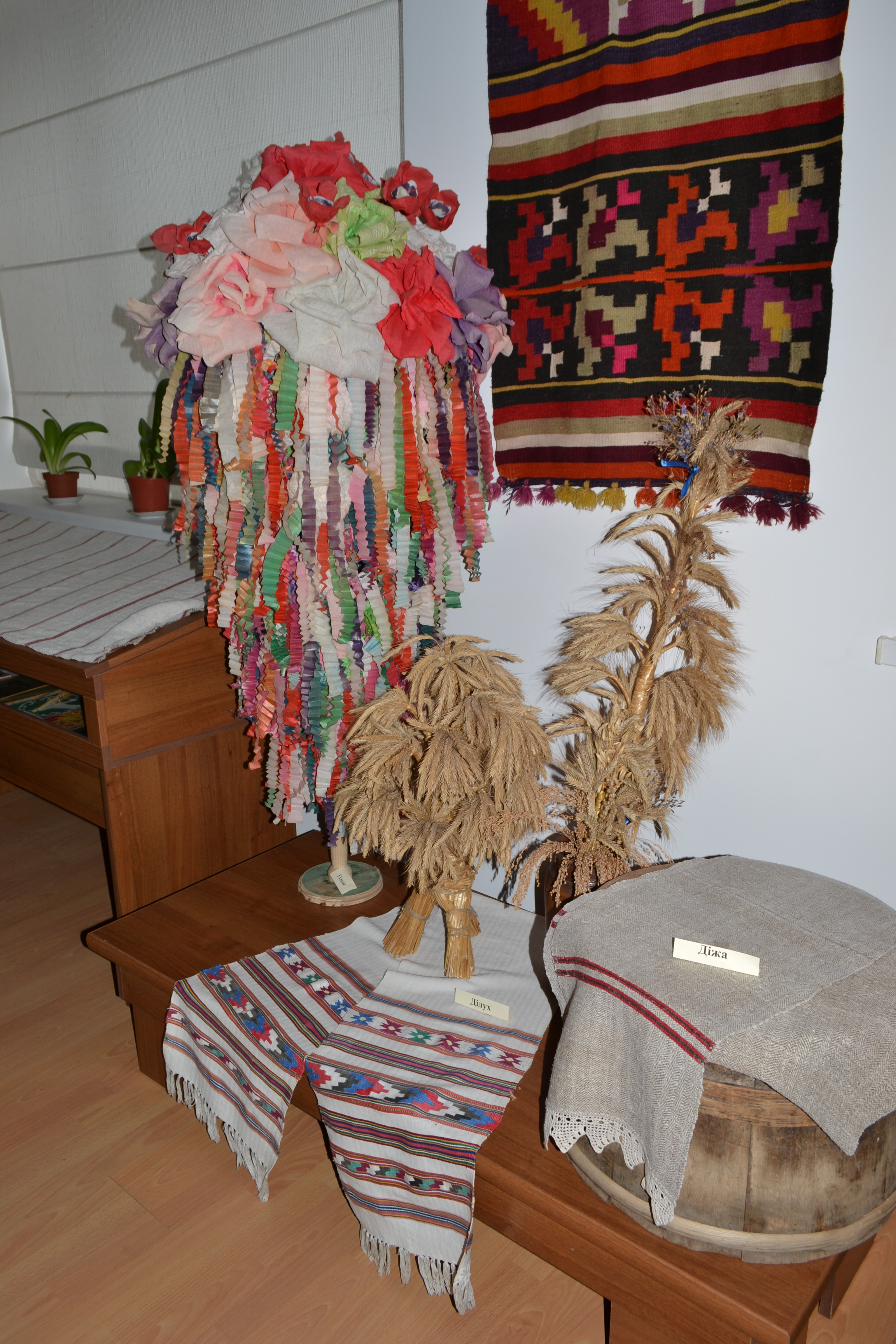
In het etnografisch museum van Vinnytsia in zijn didukhs te zien
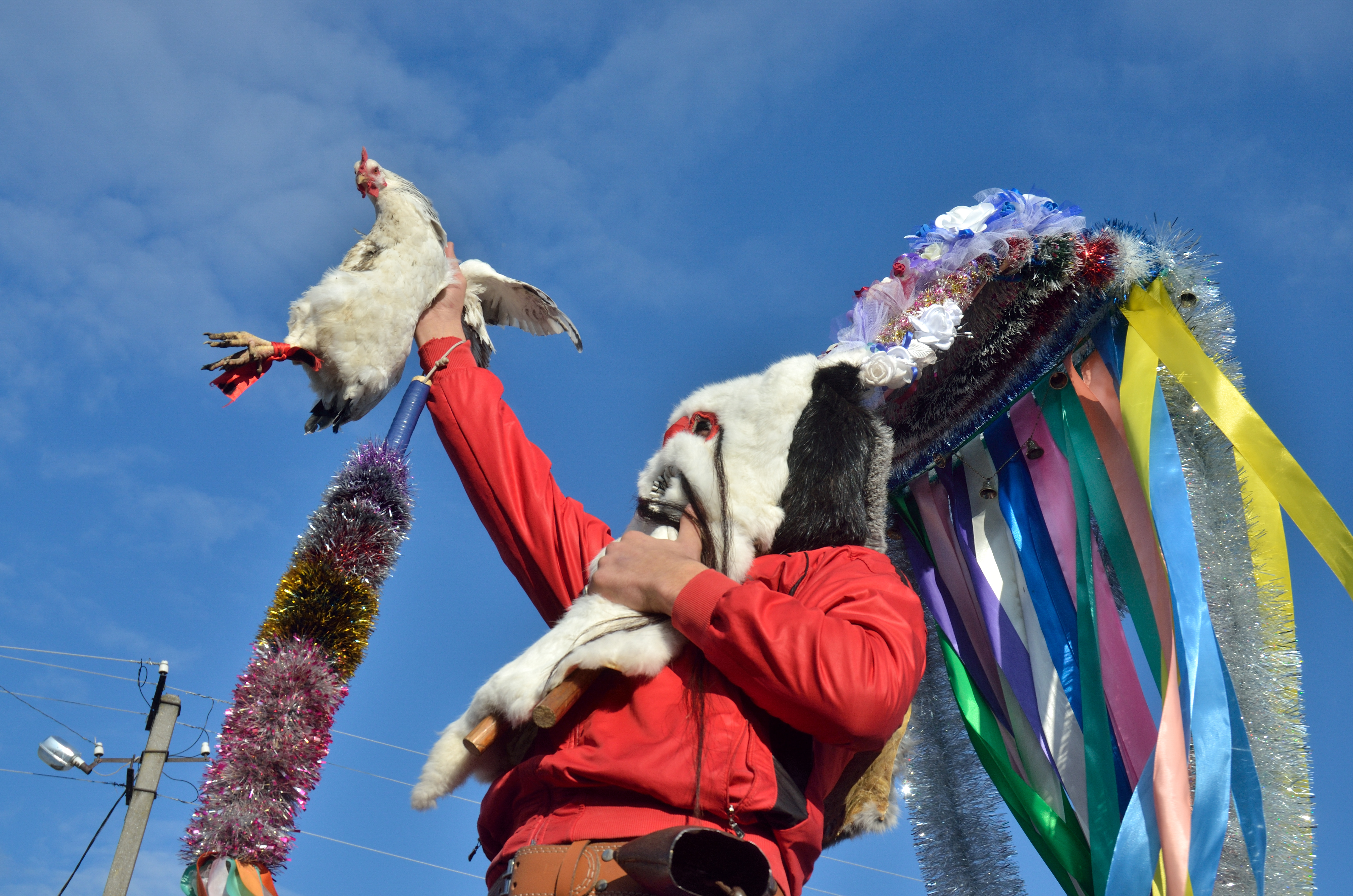
Did, of Moshul, archaïsch personage op kerstfestival in het dorp Orlovka Kartal
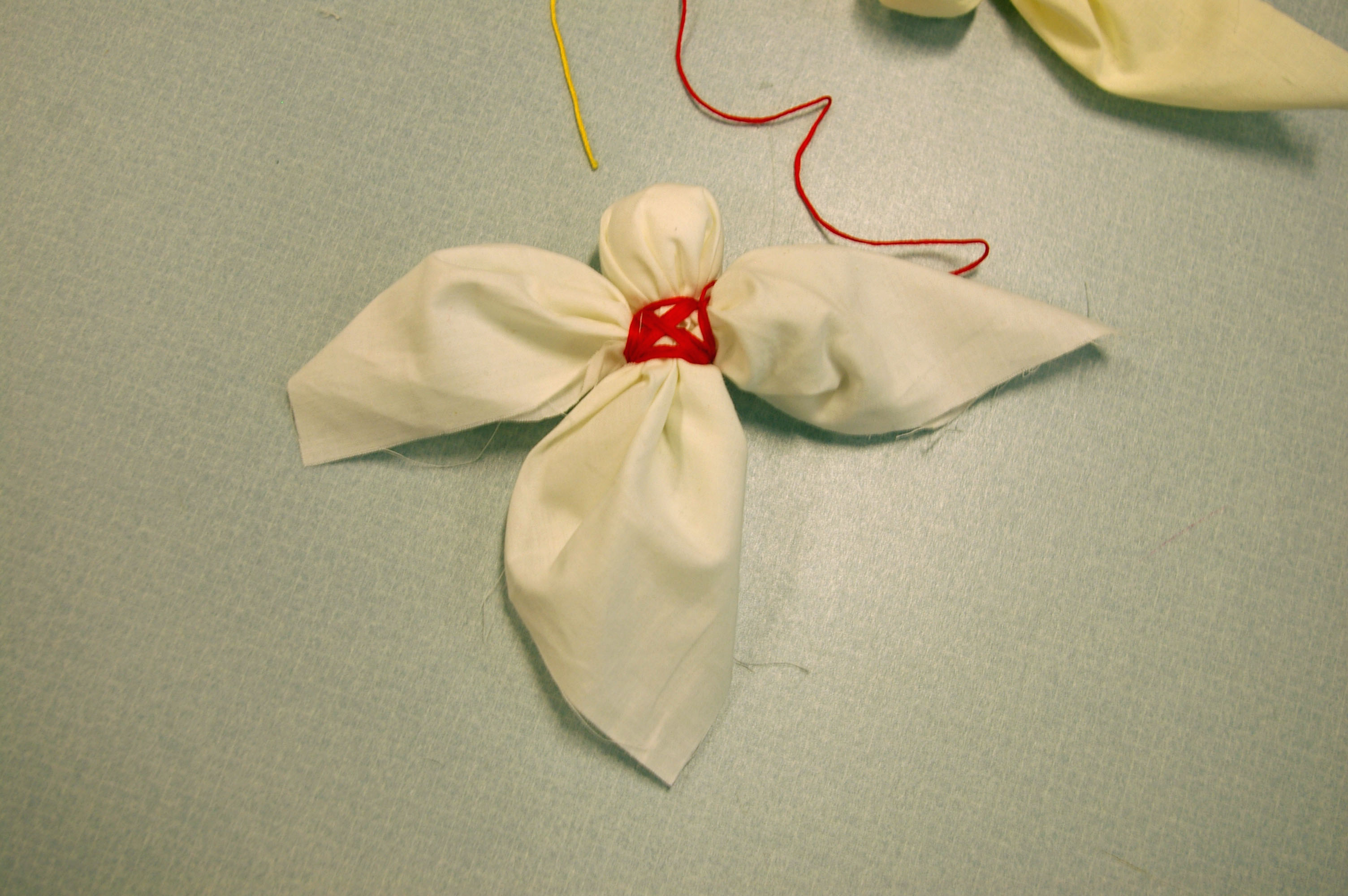
Motanka
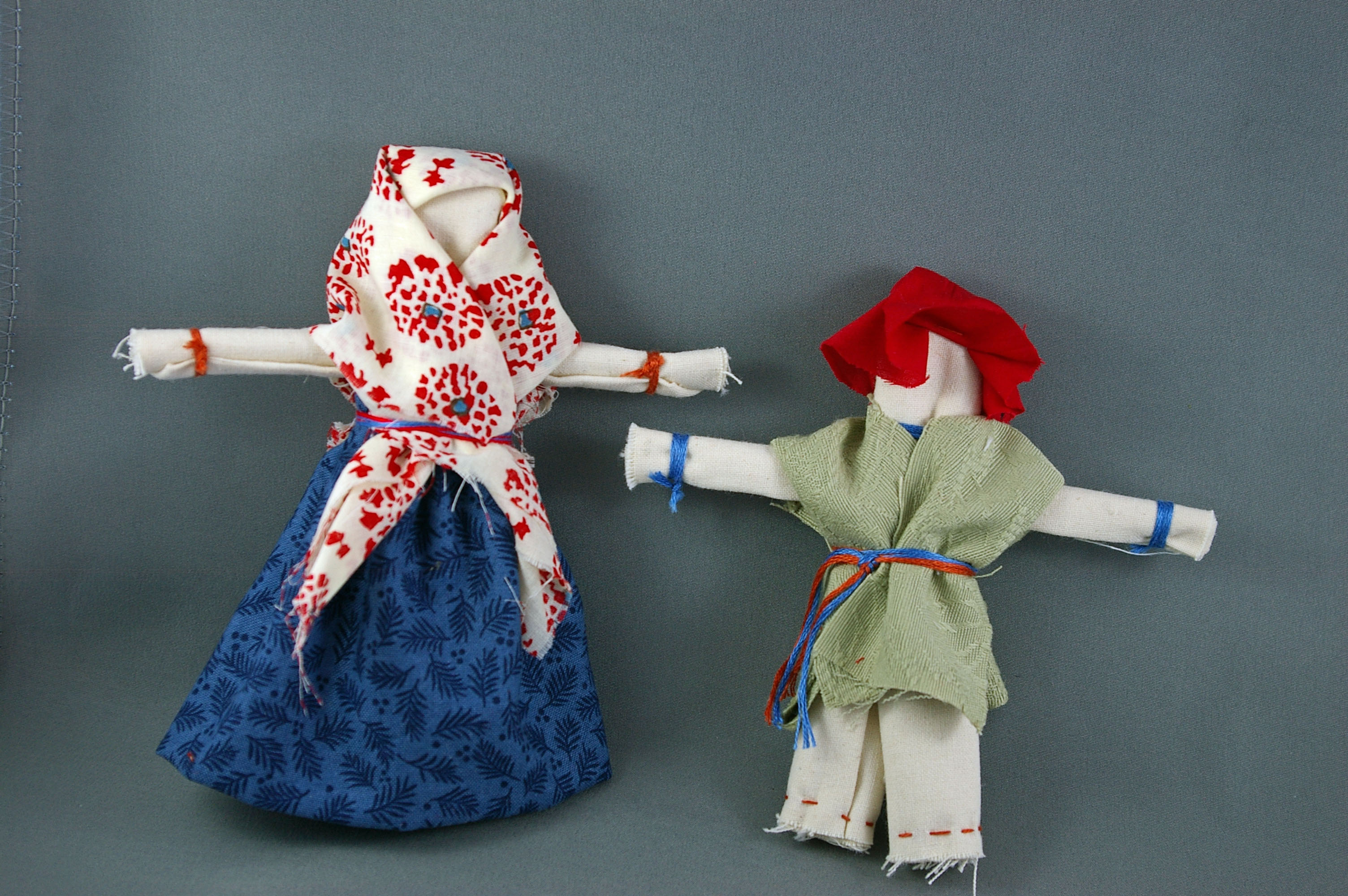
Motanka's
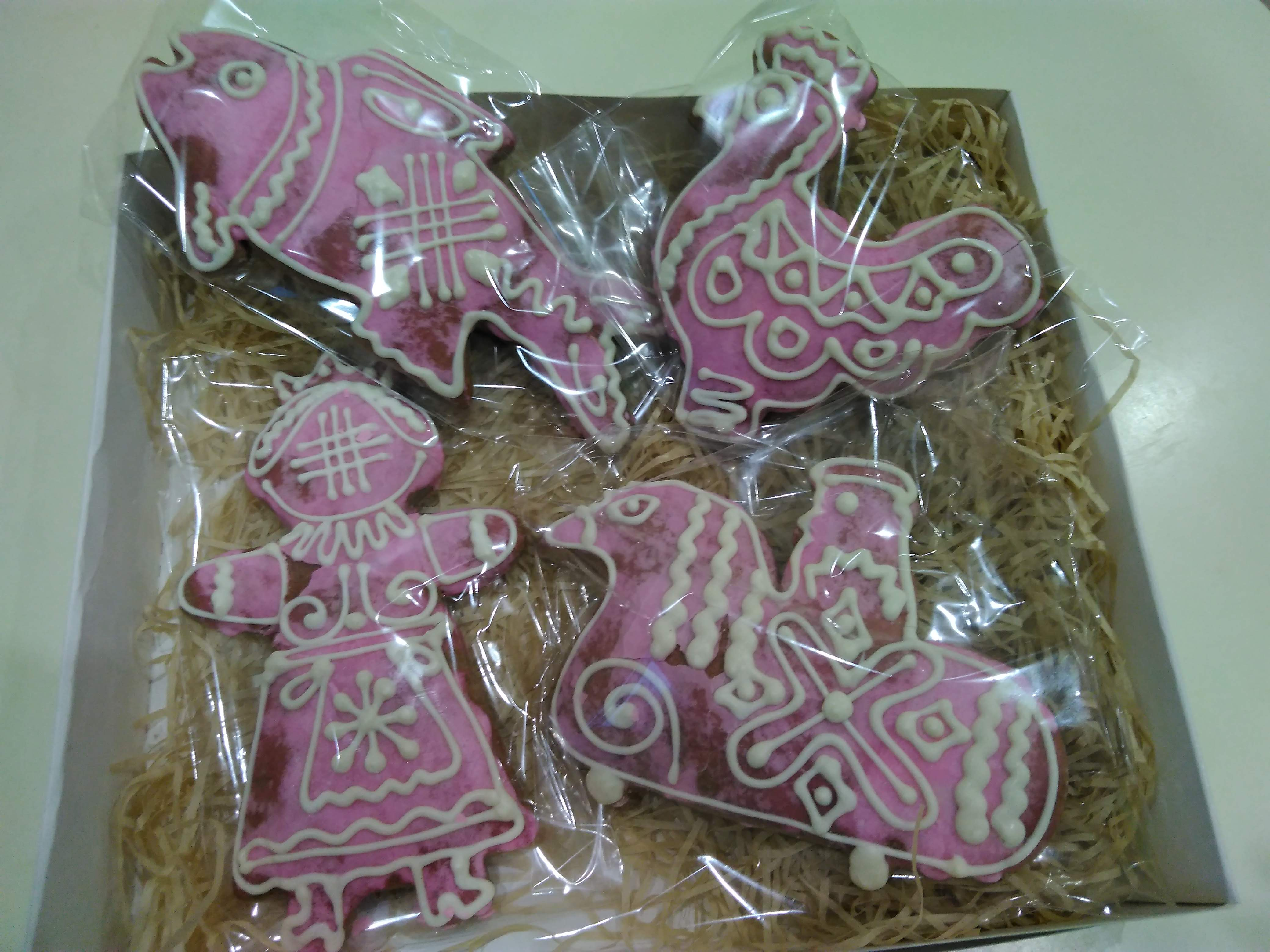
Roze gemberkoek
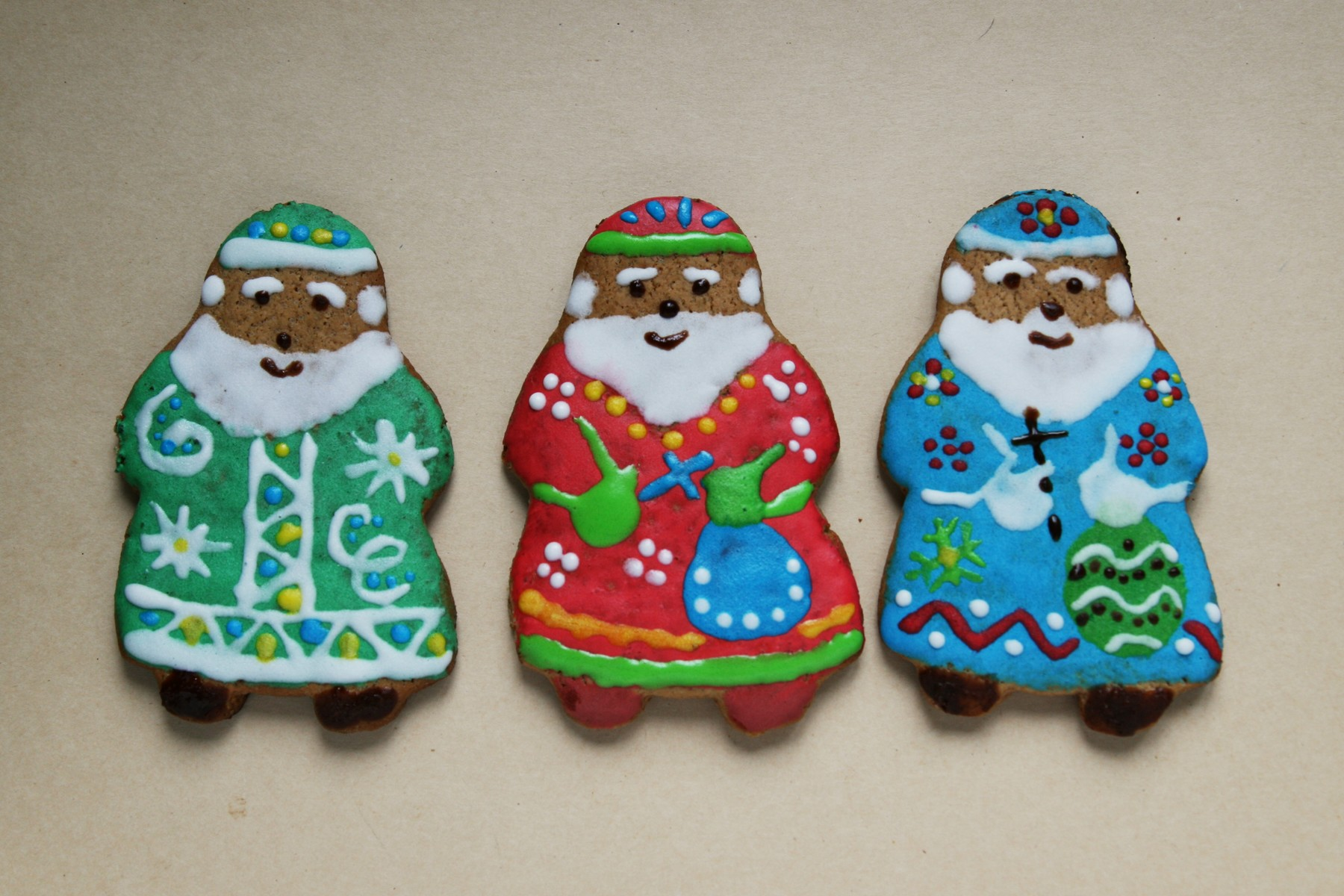
Mykolajchyky
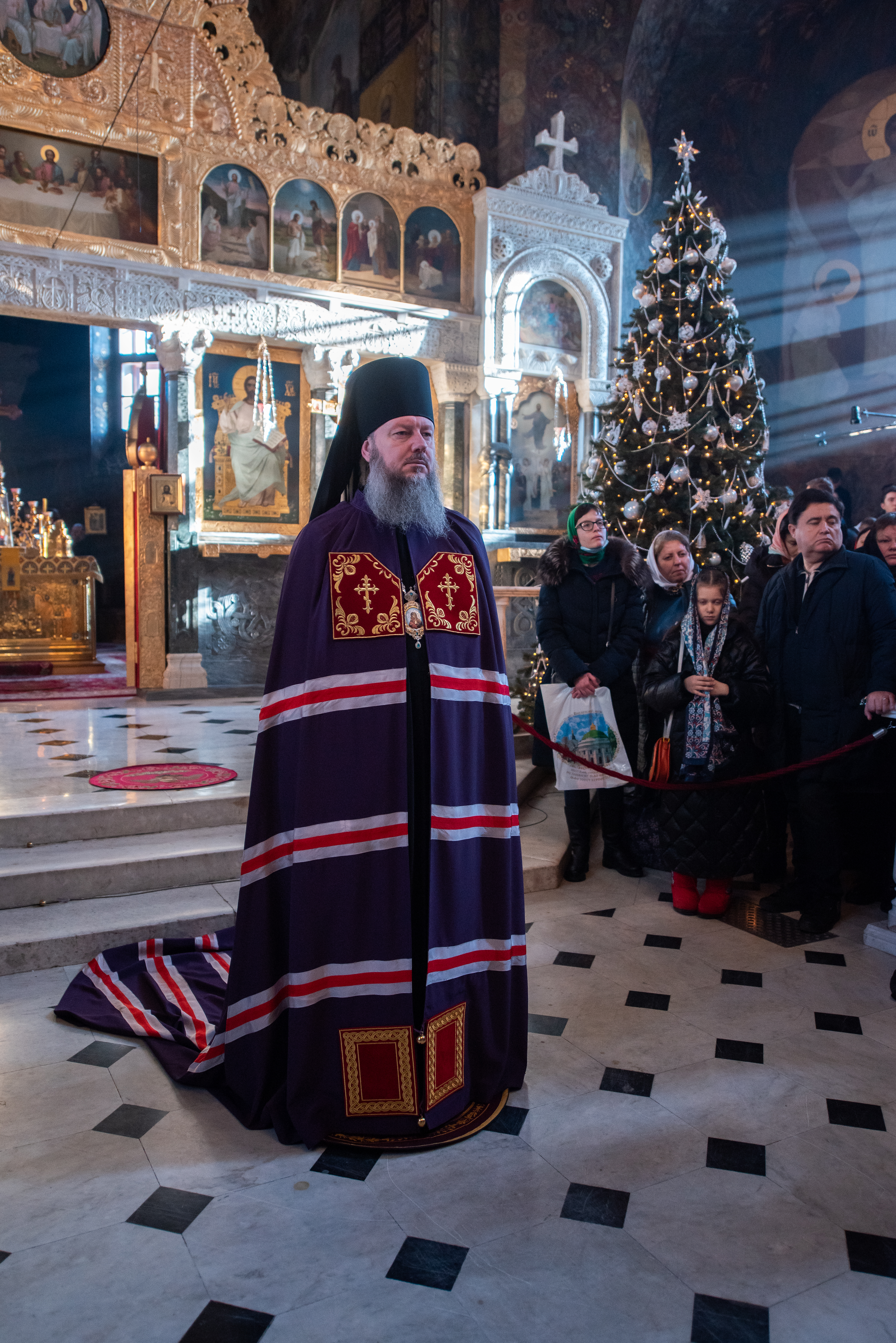
Bisschop Oleksii van de Oekraïens-Orthodoxe Kerk van het Patriarchaat van Moskou; deze kerk heeft de status van een autonome kerk binnen de jurisdictie van de Russisch-Orthodoxe Kerk
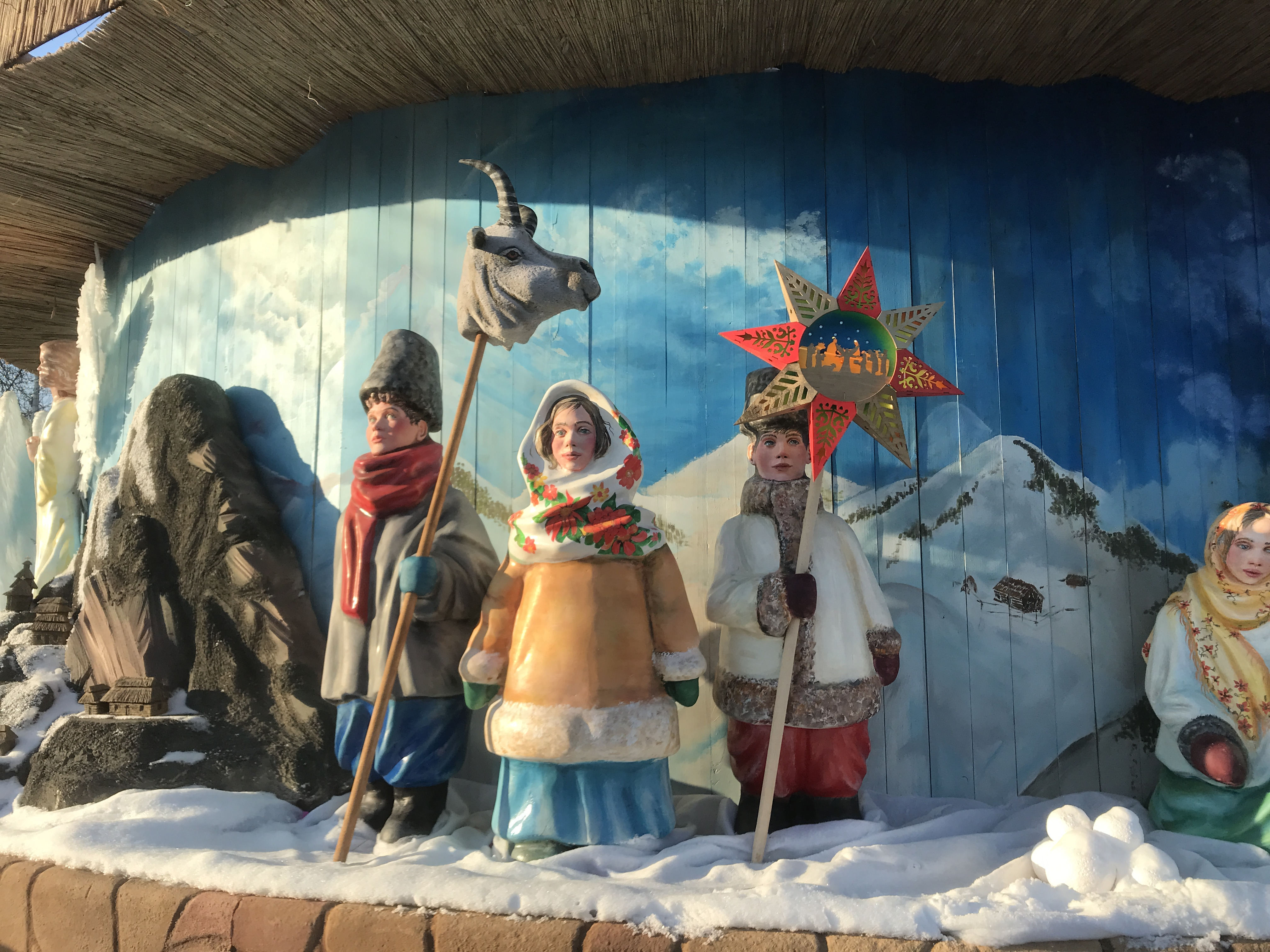
Zvizda

## Oostenrijk

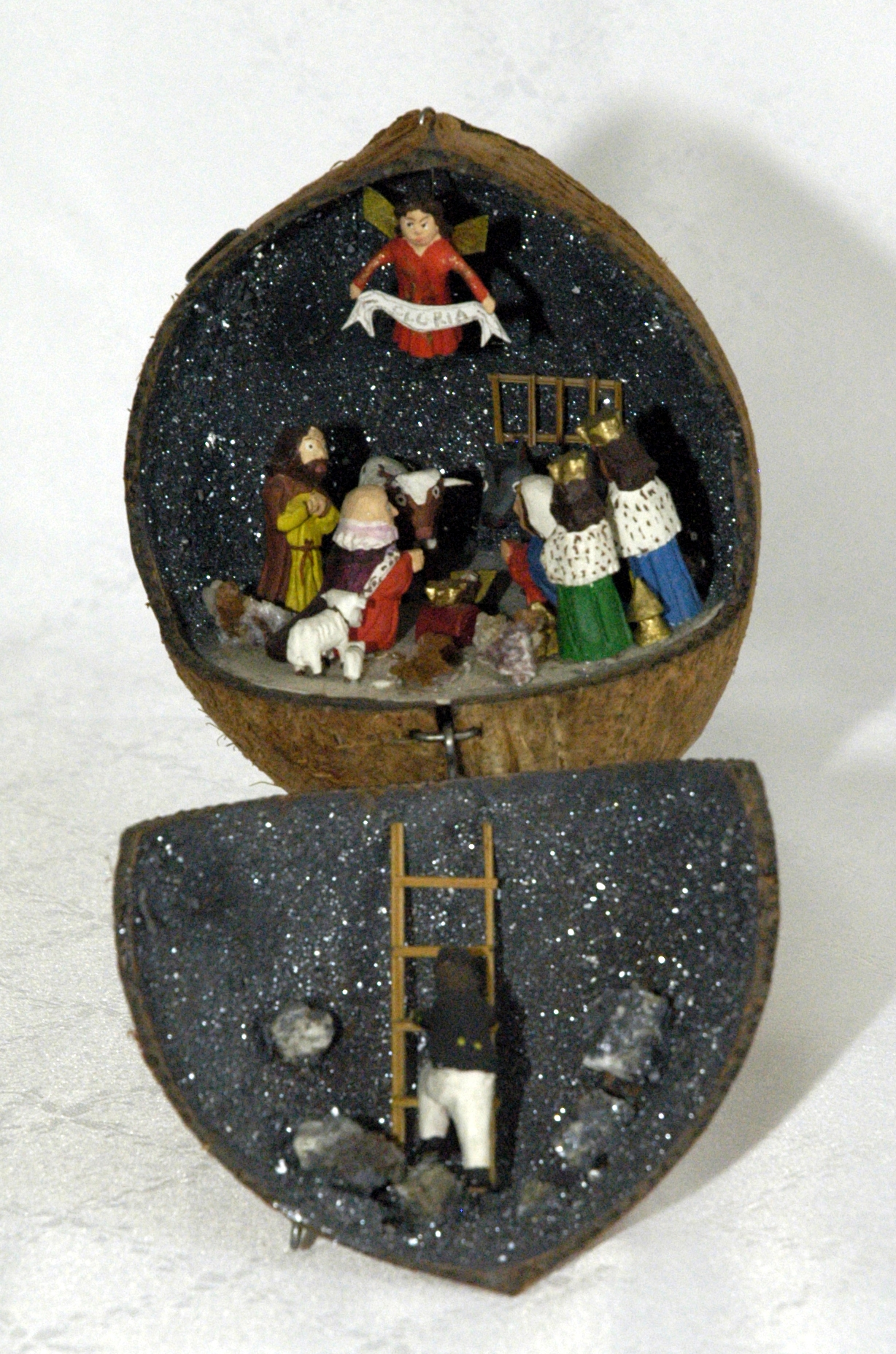
Kerststal in een notendop, Oostenrijk

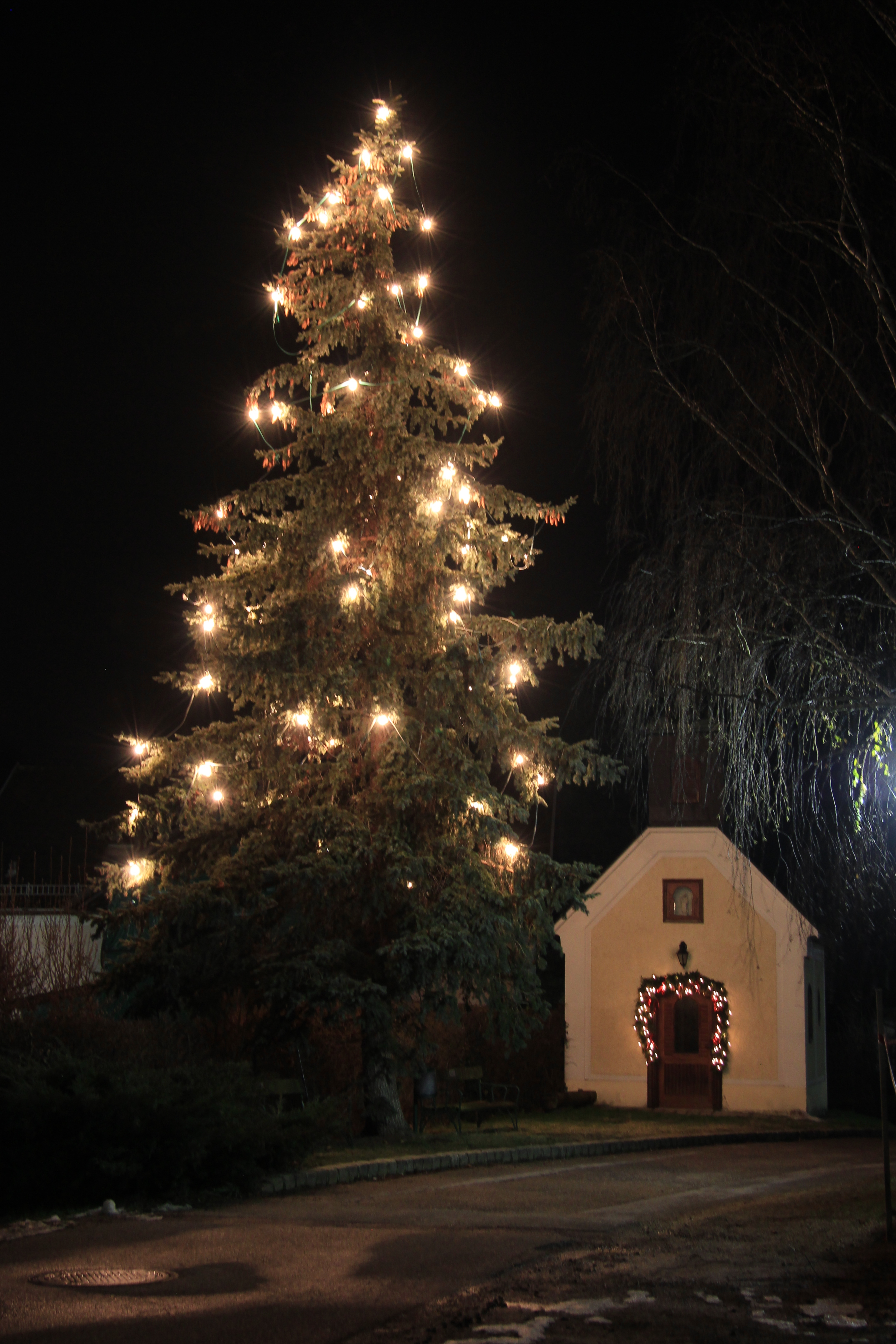
Leonardikapelle met kerstboom in Weissenbach], 2012

Op kerstavond worden de cadeaus uitgepakt, dit heet Bescherung.
Glöcklers zijn mensen die figuren uit de Rauhnacht-gebruiken in Salzkammergut en aangrenzende regio's vertegenwoordigen. De belichaamde figuren zijn Perchten, goede lichtgeesten die de ruige nachtgeesten moeten verdrijven van de Wilde Jacht. De Glöcklerlauf vindt plaats op de laatste ruige nacht, op 5 januari, de nacht voor Driekoningen. Er zijn verschillende verklaringen voor de witte kleding van de klokkenluiders: Een van hen zegt dat de kerk en de politie voorheen tegen dit gebruik van heidense oorsprong waren. Om zich bij vervolging snel in de sneeuw te kunnen verstoppen, droegen de klokkenluiders een wit kledingstuk.
Met het Schappen, Tschappen, Pisnen of Frisch und gsund wanken gaan kinderen in Karinthië op Onschuldige Kinderdag, 28 december, van huis tot huis en wensen gezondheid en geluk voor het nieuwe jaar. Dit doen ze terwijl ze met takken of staven op de billen van volwassenen slaan. Het gebruik is zowel een oude vruchtbaarheidsmagie als een feestelijke gewoonte: ondanks de fysieke straf die zij geven, verwachten de kinderen snoep of munten te krijgen. Eigenlijk ligt de focus van deze dag op het herdenken van de moord op kinderen in Bethlehem in opdracht van koning Herodes en met dit doel worden volwassenen nu symbolisch gestraft door kinderen. De goedbedoelende verzen die de ‘kastijding’ vergezellen, kunnen echter alleen verklaard worden door de heidense oorsprong van het gebruik: de ‘roede’ werd beschouwd als de ‘roede van leven en geluk’. 
De Goldegger Perchten-processie bestaat uit de Hanswurst, de Schiachperchten, Frau Percht, de heksen, de Perchtenhauptmann, de Perchtenmusik, de Schönperchten in de vorm van Pongauer Tafelperchten, hun metgezellen, de drie koningen, de Werchmandl, de Zapfenmandl, de schoorsteenveger, de beer met zijn chauffeur, de kleermaker Mandl en de poppenvrouw, de Körbl-vrouw Habergeiß met haar chauffeur en de nachtwaker. Bijzonder zijn de gouden maskers van de Goldegger Schönperchten. 
Er worden takken van fruitbomen in het water gezet op 4 december; de Barbarazweig (verwijzend naar Barbara van Nicomedië). Als de tek bloeit op eerste kerstdag, betekent dit geluk voor het volgende jaar. De takken werden ook gebruikt voor een andere vorm van waarzeggerij: door ongehuwde vrouwen werden meerdere takken in het water gezet. Elke tak kreeg de naam van een man en de tak die bloeide zou de toekomstige echtgenoot aanduiden.
Het ORF Friedenslicht aus Betlehem is een kerstgebruik dat in 1986 werd gestart in de regionale studio ORF Opper-Oostenrijk in Linz in verband met de ORF-hulpcampagne “Light in the Dark”. Het herdenkt de boodschap van kerstvrede die werd verkondigd bij de geboorte van Christus in Bethlehem en schittert op kerstavond voor miljoenen mensen over de hele wereld. Elk jaar, kort voor Kerstmis, steekt een kind uit Opper-Oostenrijk het ORF-vredeslicht aan in de Geboortekerk, dat daarna met Austrian Airlines in een speciale lamp naar Oostenrijk wordt gebracht. Het wordt vaak vergezeld door enkele honderden deelnemers als onderdeel van een openbare tournee, evenals door een politieke delegatie onder leiding van de gouverneur van Opper-Oostenrijk. De deelstaat Opper-Oostenrijk heeft deze campagne vanaf het begin gesteund. Eenmaal in Opper-Oostenrijk wordt het gloeiende kerstsymbool op kerstavond van persoon op persoon doorgegeven. Met de hulp van vele organisaties (de Oostenrijkse federale spoorwegen, Rode Kruis, Samaritanvereniging, brandweerkorpsen, padvinders, enz.) wordt het ORF Vredeslicht vanuit Opper-Oostenrijk over de hele wereld verspreid.

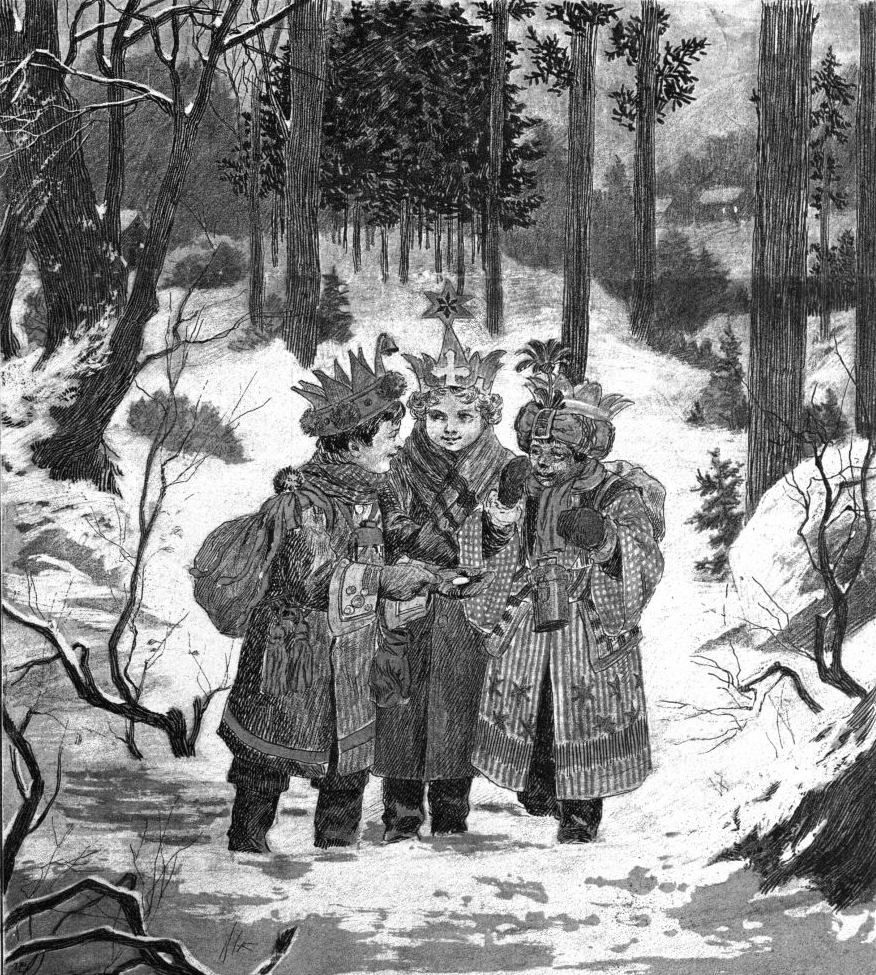
Sternsinger, 1898
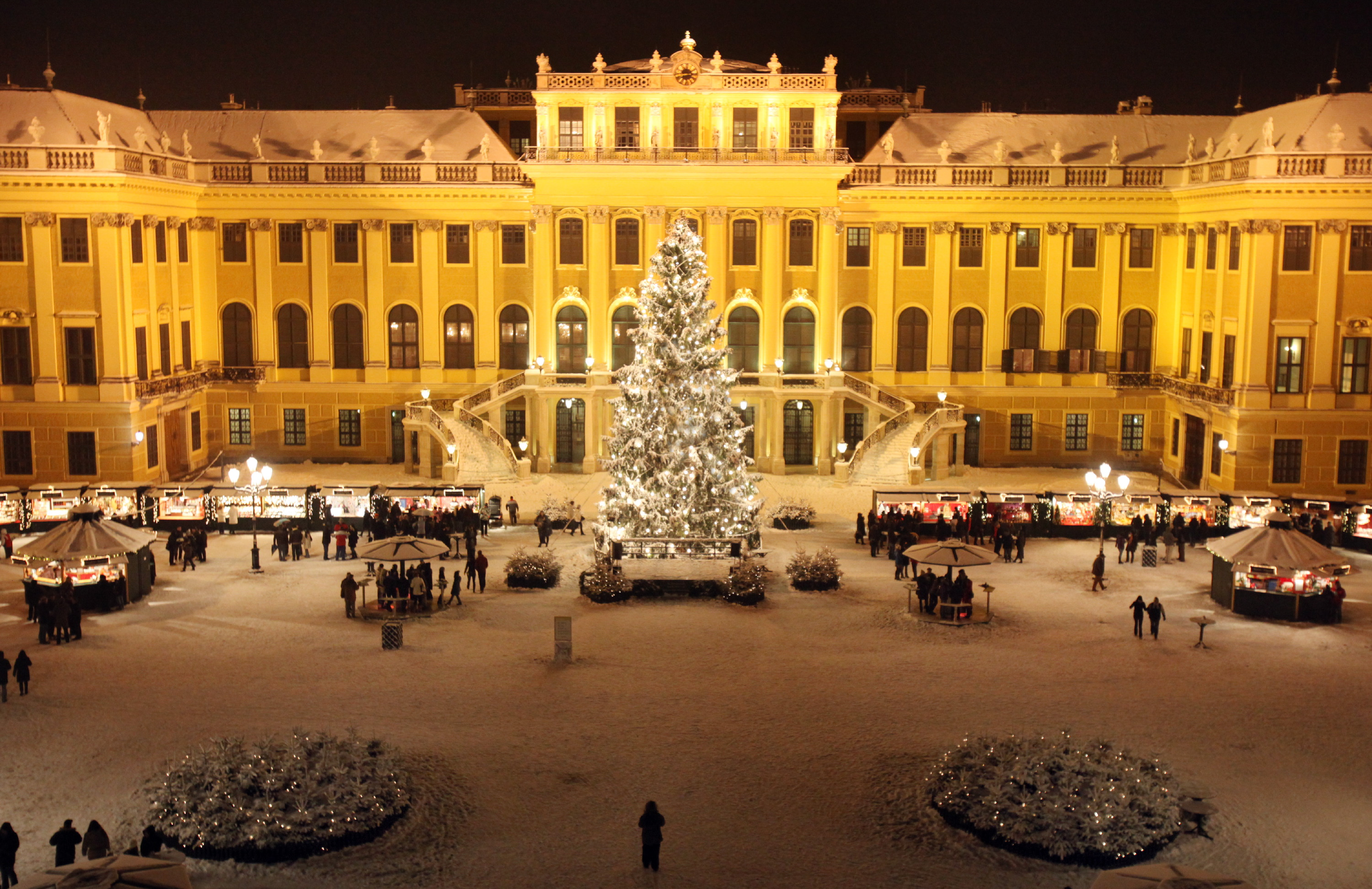
Cultuur- en kerstmarkt bij Schloss Schönbrunn, 2012
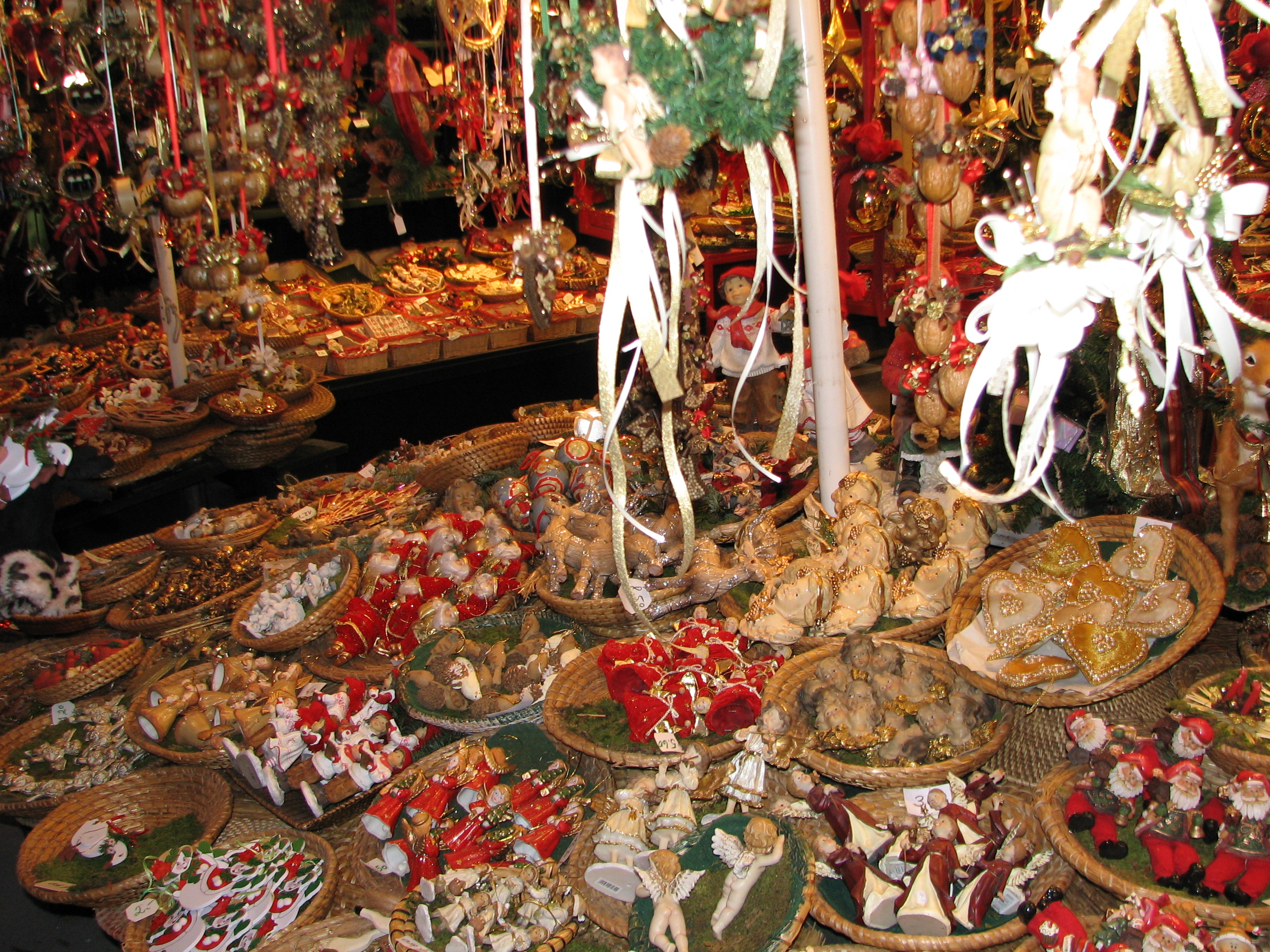
Christkindlmarkt
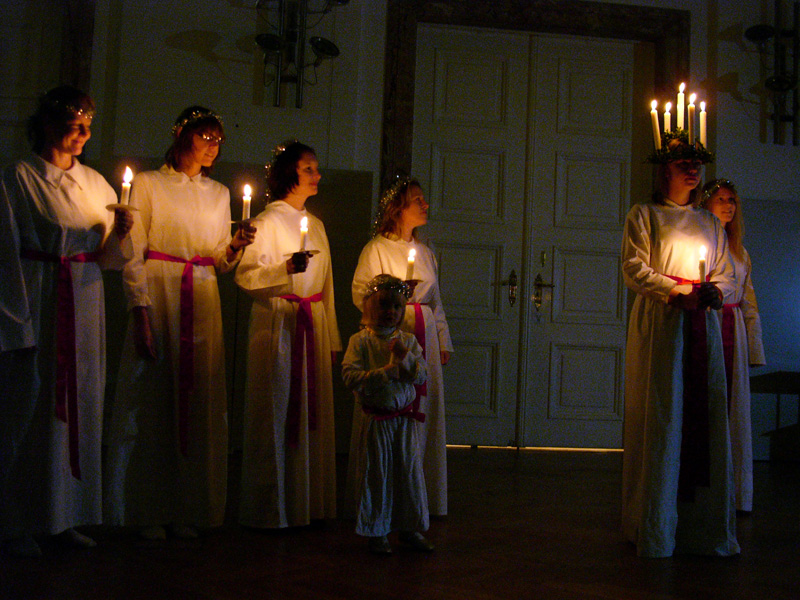
Meisjes zingen voor het Luciafeest, Wenen
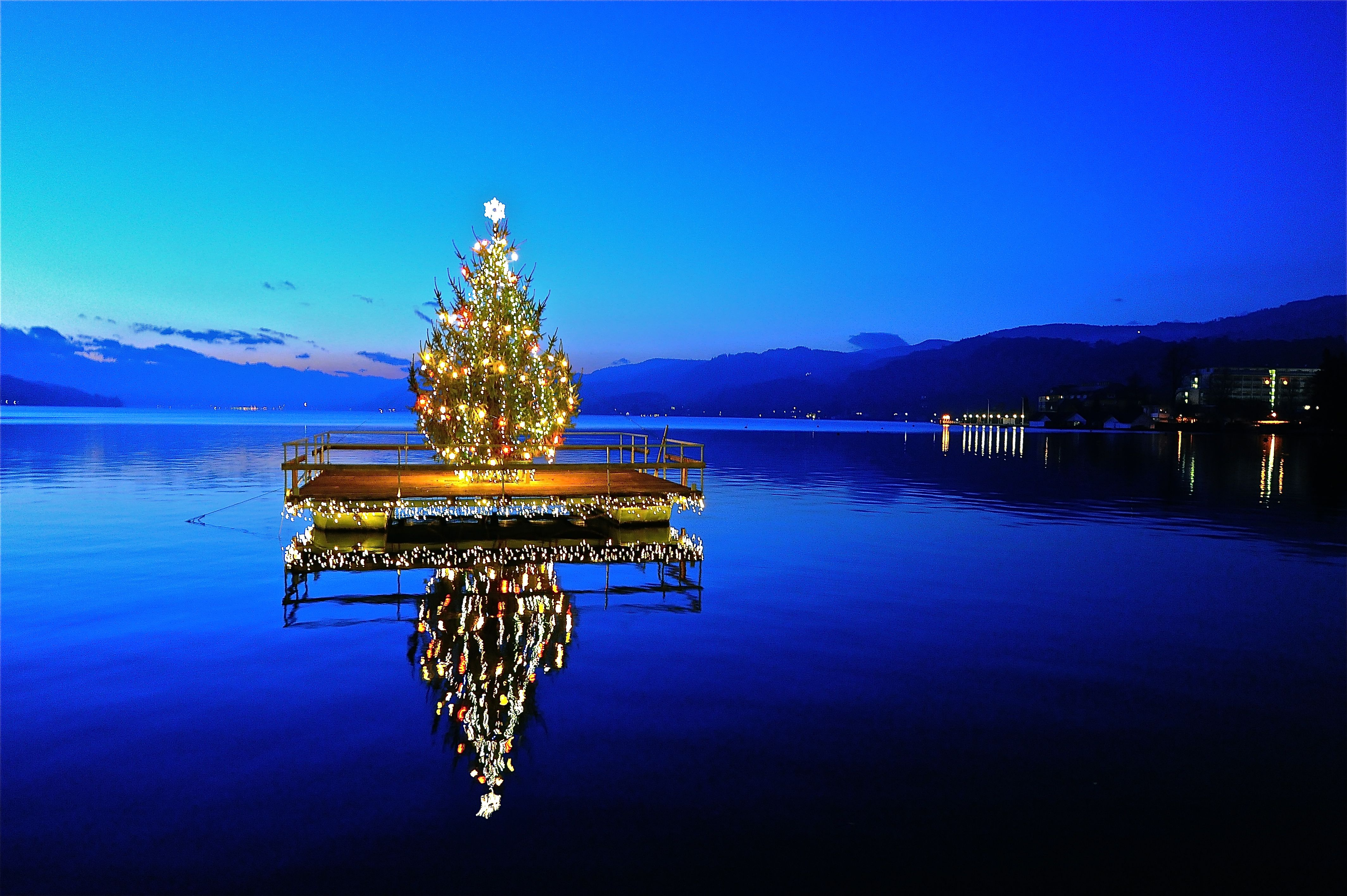
Kerstboom voor Stiller Advent, 2 december 2011
- Glöcklerlauf in Ebensee
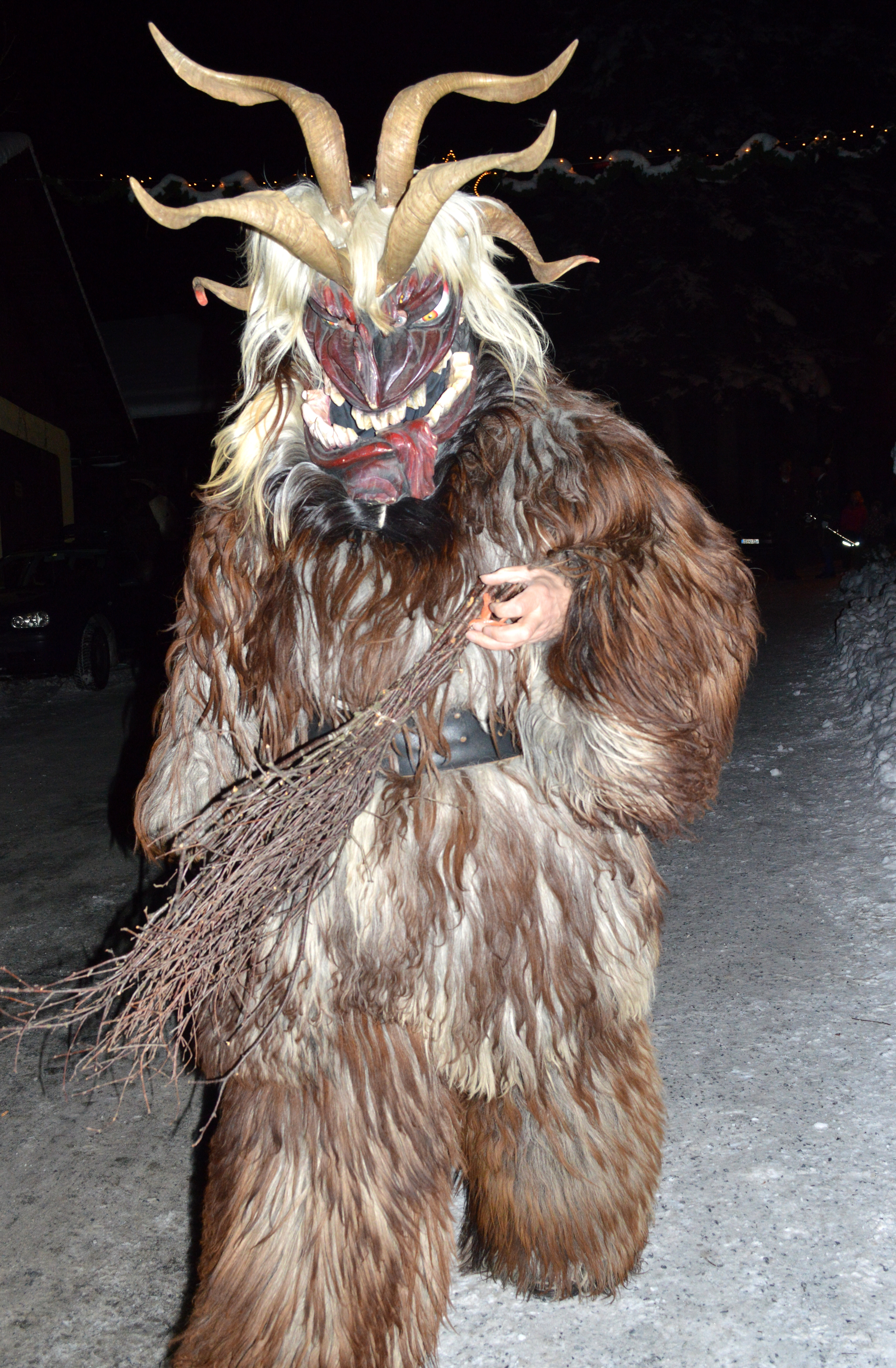
Goldegger Perchtenlauf in Pongau; de Schiechperchte
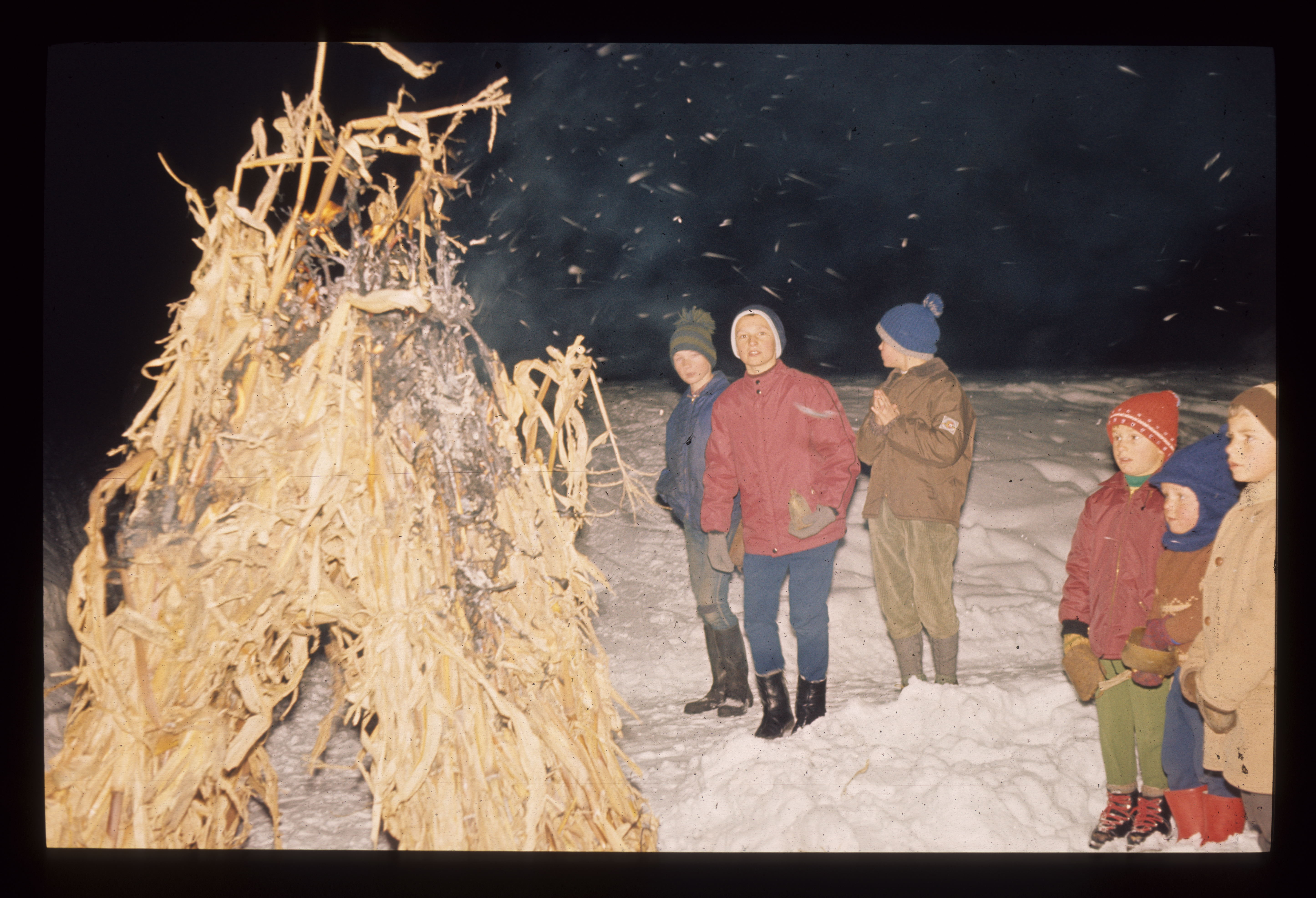
Kinderen bidden voor een brandende struik, 1967
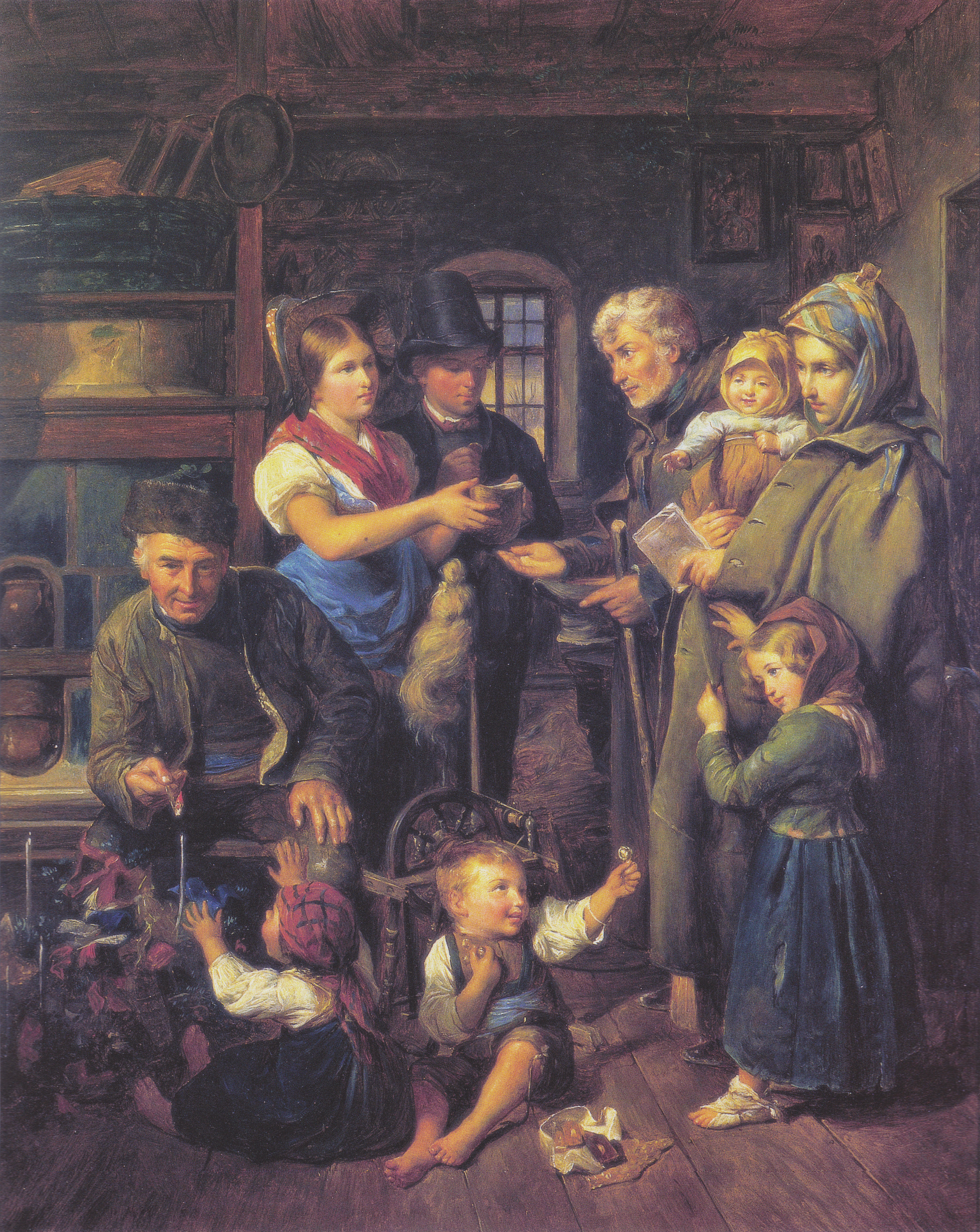
Een arme bedelaarsfamilie krijgt op kerstavond geschenken van arme boeren
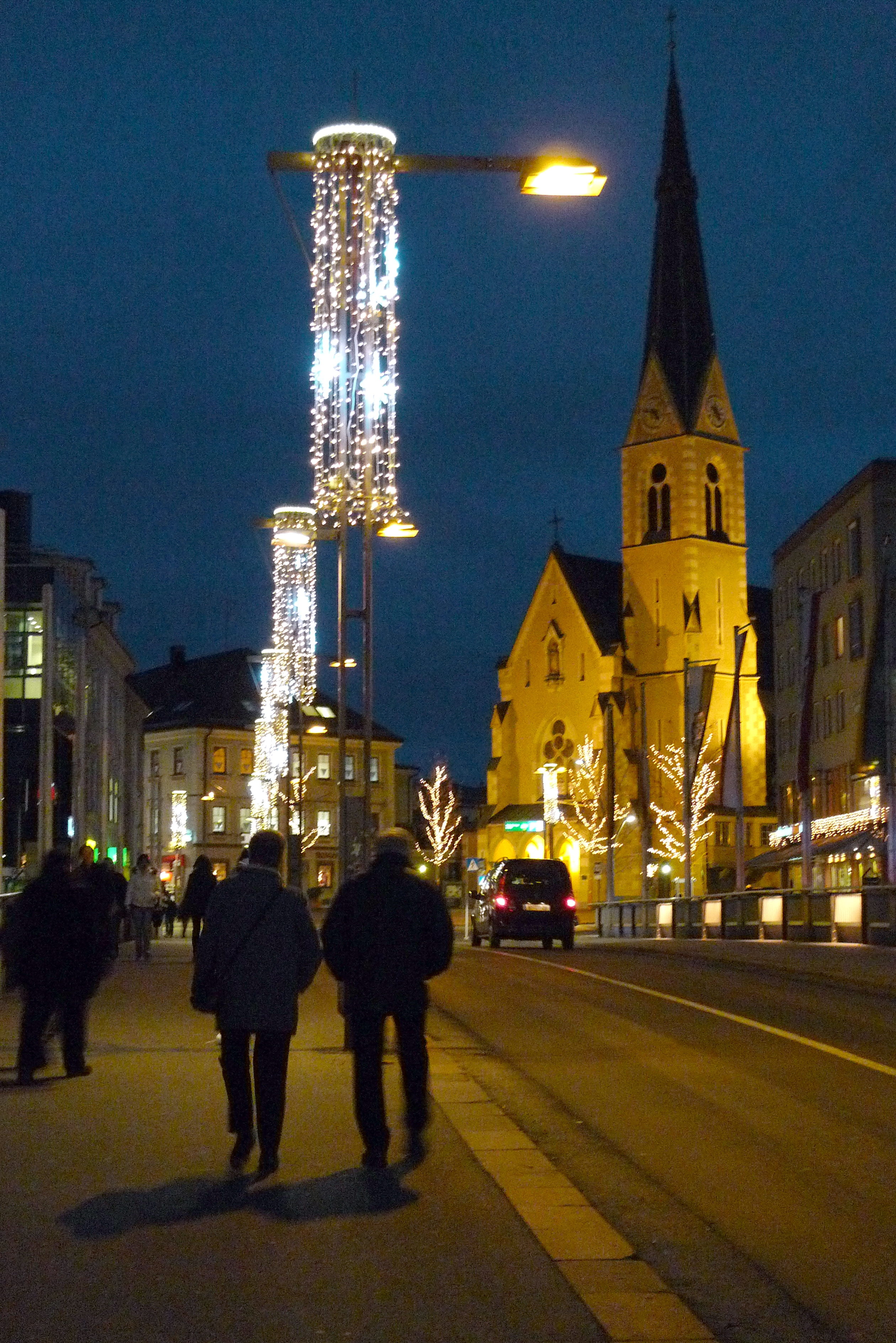
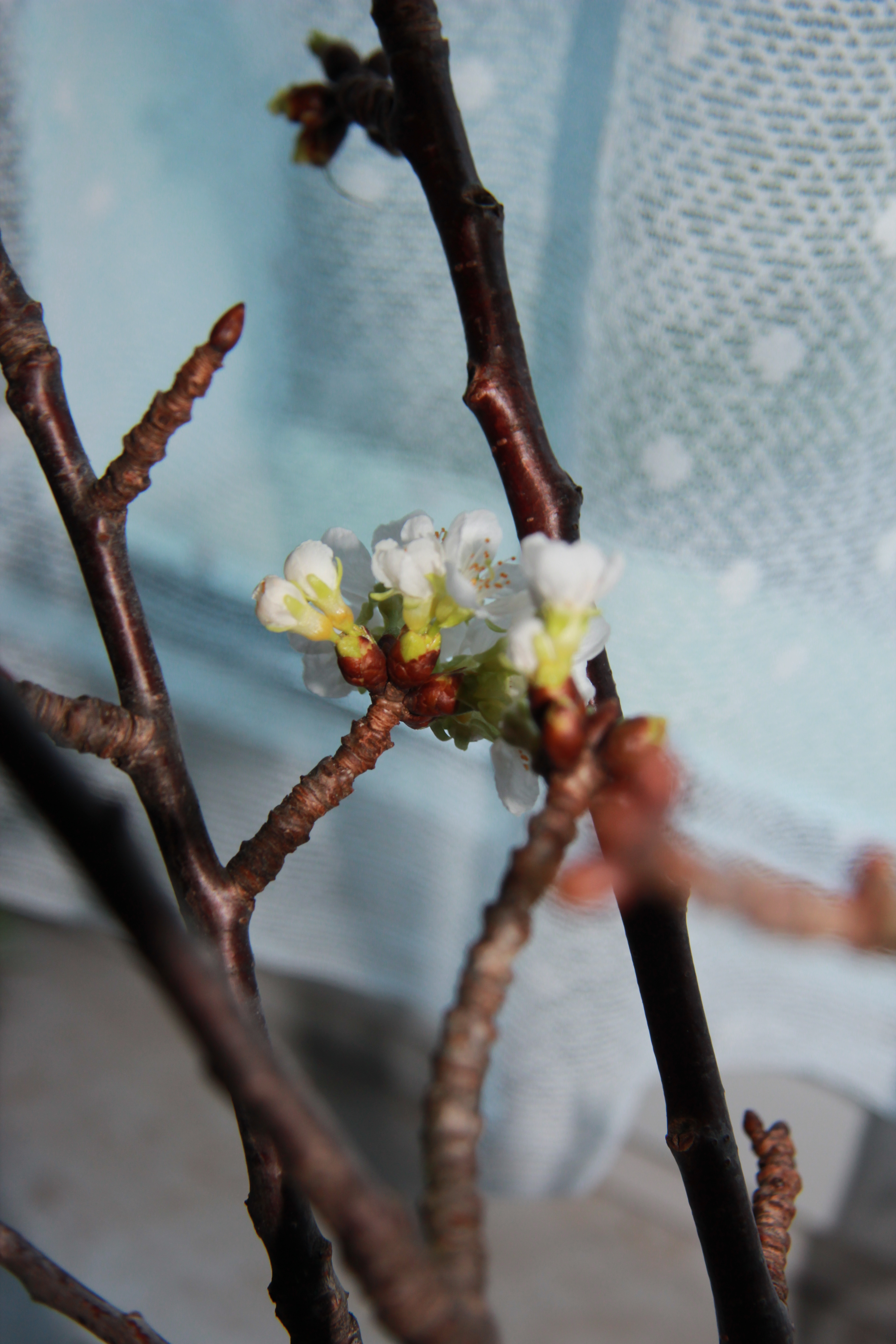
Kersenbloesems op een Barbarazweig op kerstavond in Oostenrijk
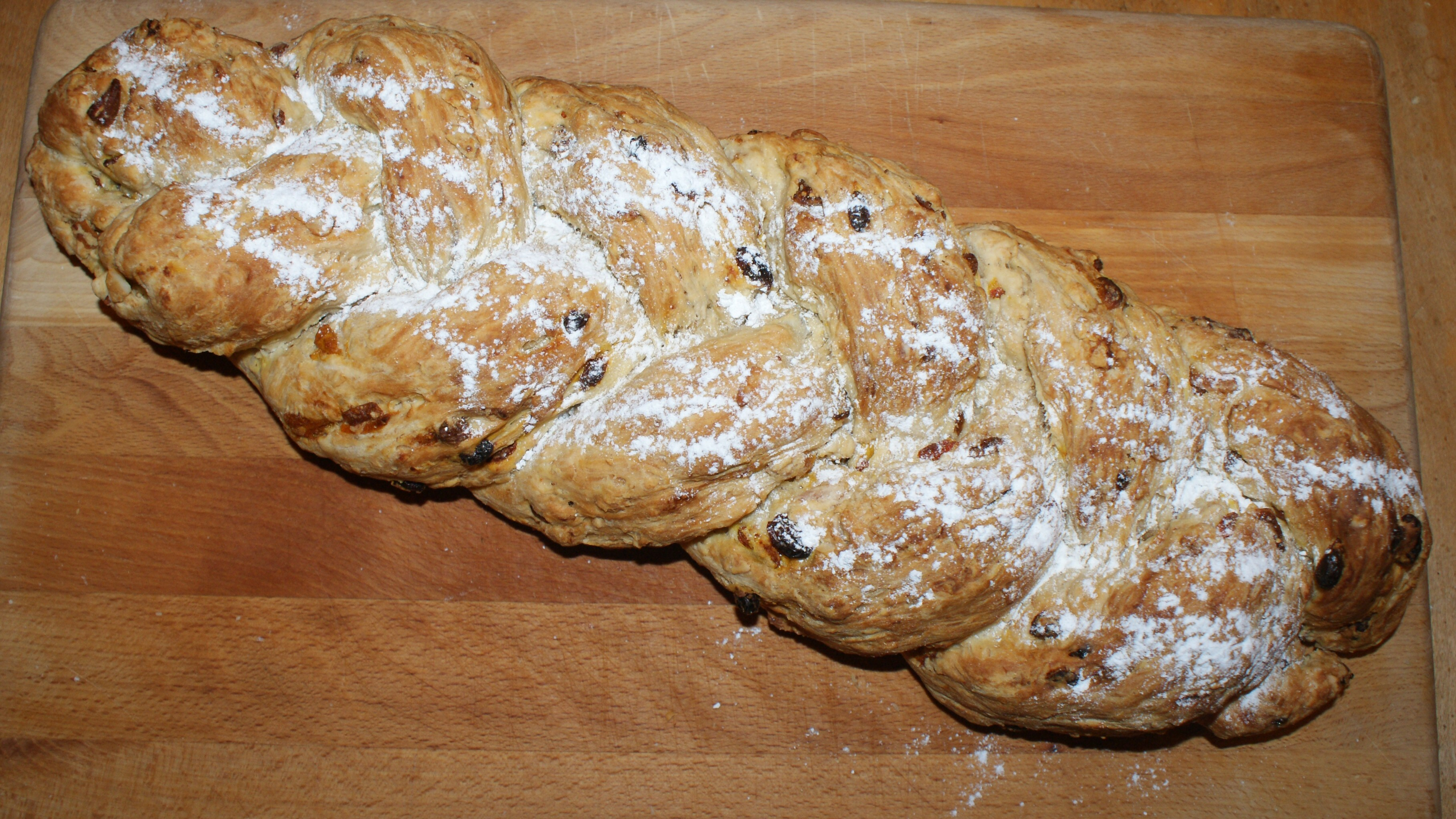
Strietzel; een gevlochten Oostenrijks kerstbrood met boter, rozijnen en amandelschilfers
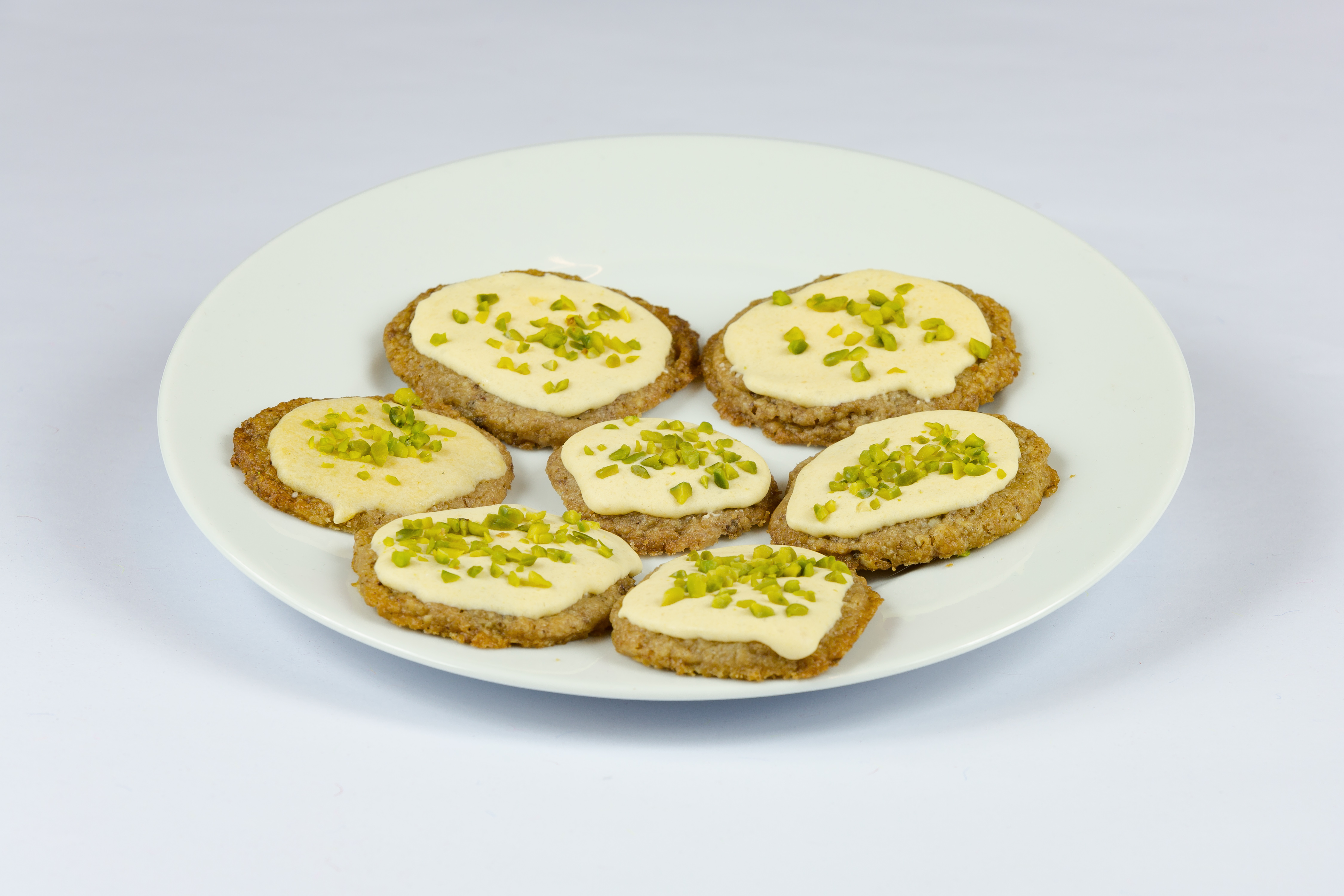
Butterbrot
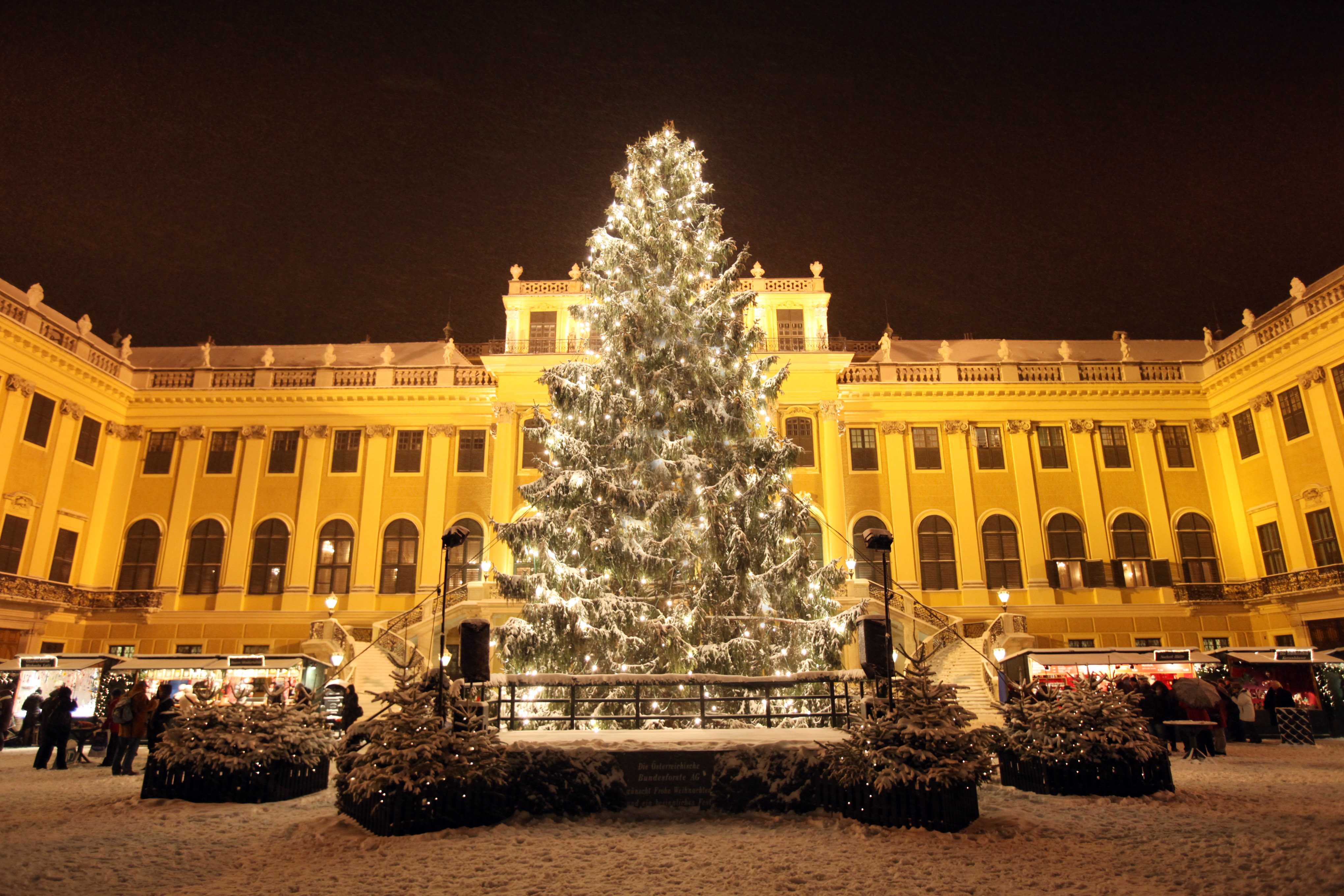
Kerstmarkt en kerstboom bij Schloß Schönbrunn

## Palestina

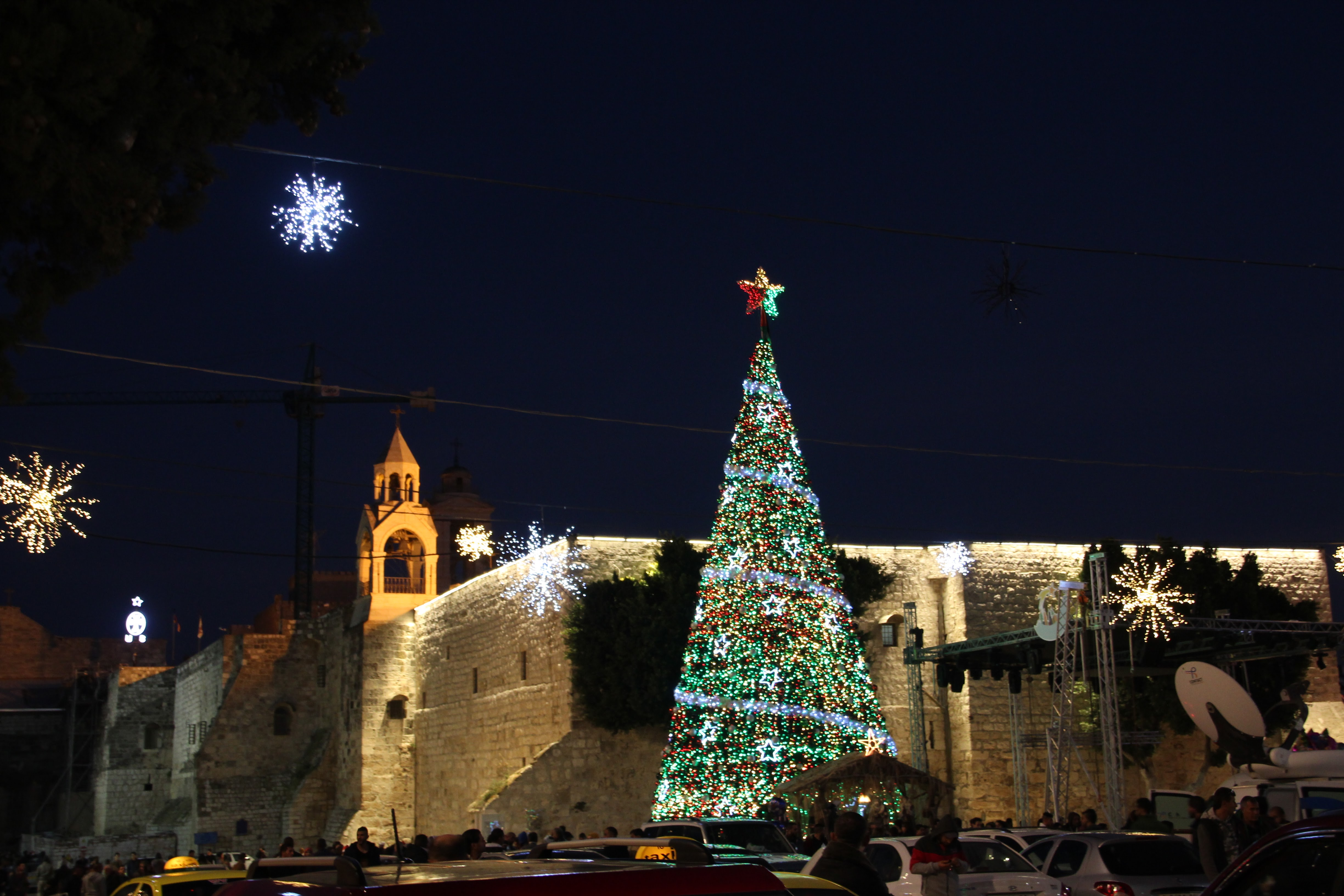
Het plein en de Geboortekerk tijdens kerst, 25 december 2015

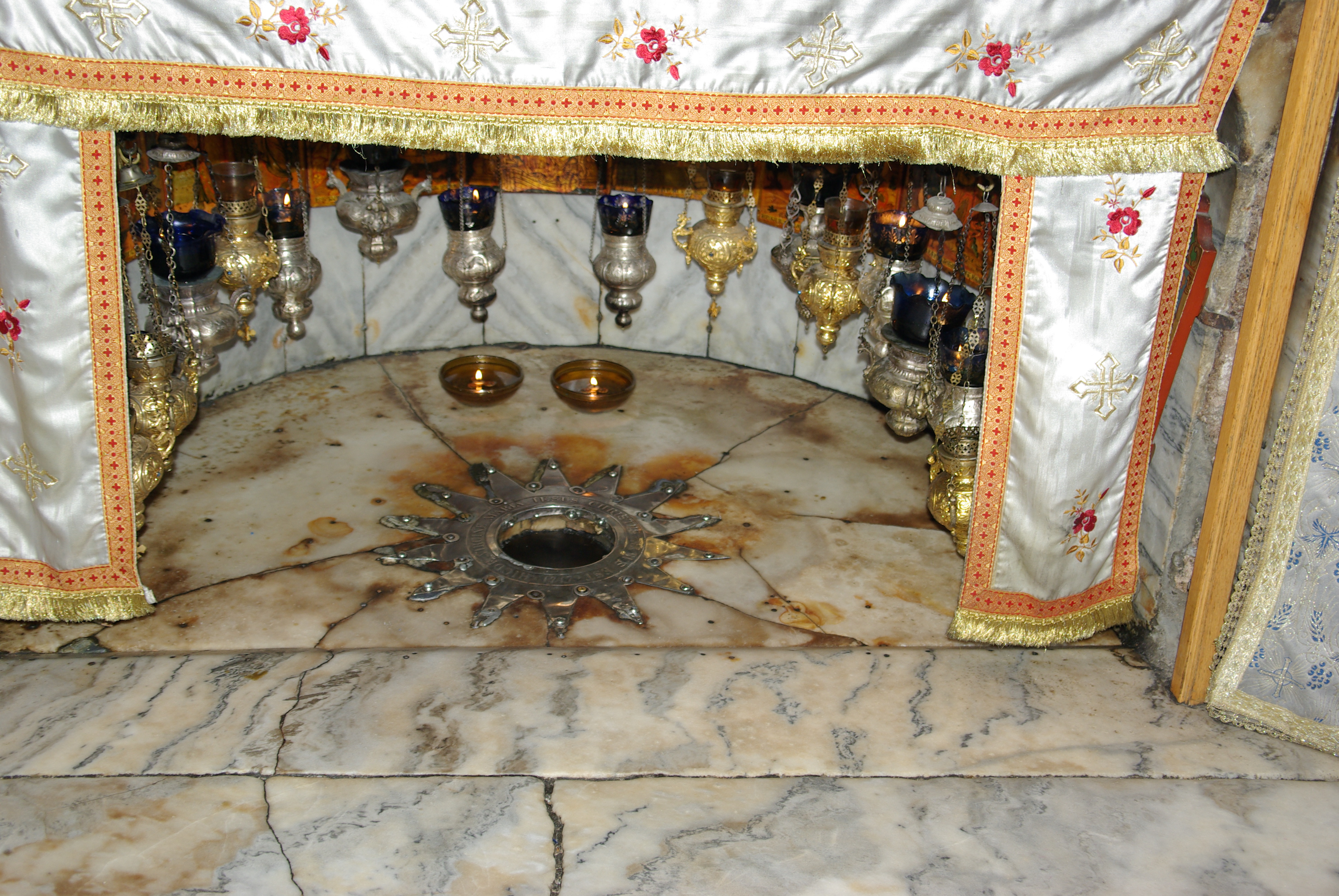
De ster die de exacte plek van de geboorte van Jezus zou aangeven in de Geboortekerk

De Geboortegrot in Bethlehem, de plek waar Jezus geboren zou zijn, is een ondergrondse ruimte die de crypte vormt van de Geboortekerk. Het bevindt zich onder het hoofdaltaar en is normaal gesproken toegankelijk via twee trappen aan weerszijden van het koor. De grot maakt deel uit van een netwerk van grotten, die toegankelijk zijn via de aangrenzende Church St Catherine's. De tunnelachtige gang die de Grotto verbindt met de andere grotten is normaal gesproken afgesloten. In juni 2012 werd de Geboortekerk, samen met de Pelgrimsroute van Bethlehem, door UNESCO tot werelderfgoed verklaard.
Omdat de Rooms-Katholieke Kerk gebruikmaakt van de gregoriaanse kalender en de Grieks-Orthodoxe Kerk en de Armeens-Apostolische Kerk de juliaanse kalender gebruiken, wordt er tweemaal een kerstavond gevierd waarbij een groot aantal gelovigen bij elkaar komt op het Kribbeplein voor de kerk. In 2024 washet kerstfeest sober, vanwege de oorlog in de Gazastrook.

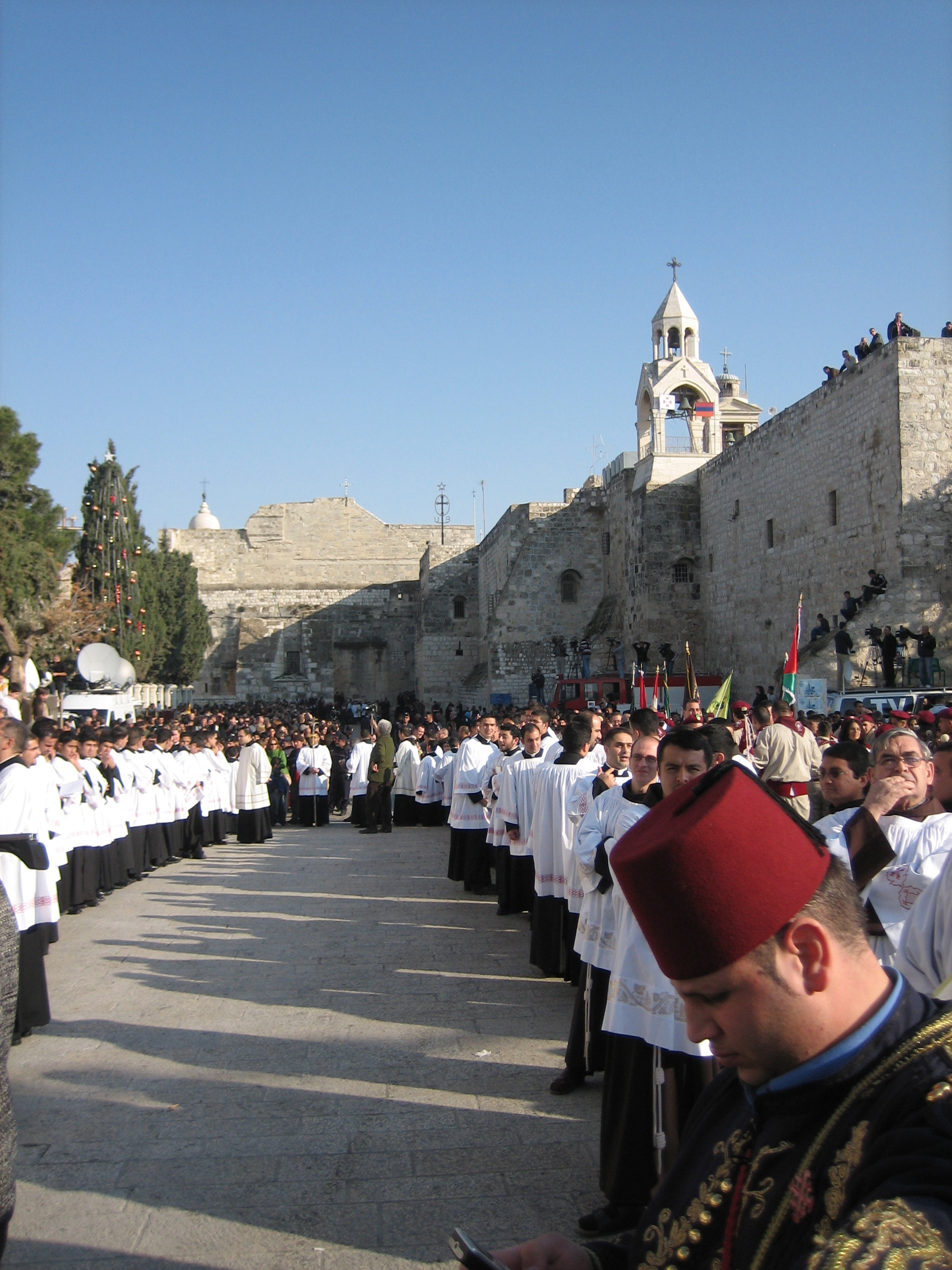
Katholieke processie in Bethlehem
De Katholieke kerstprocessie in Bethlehem, 24 december 1920
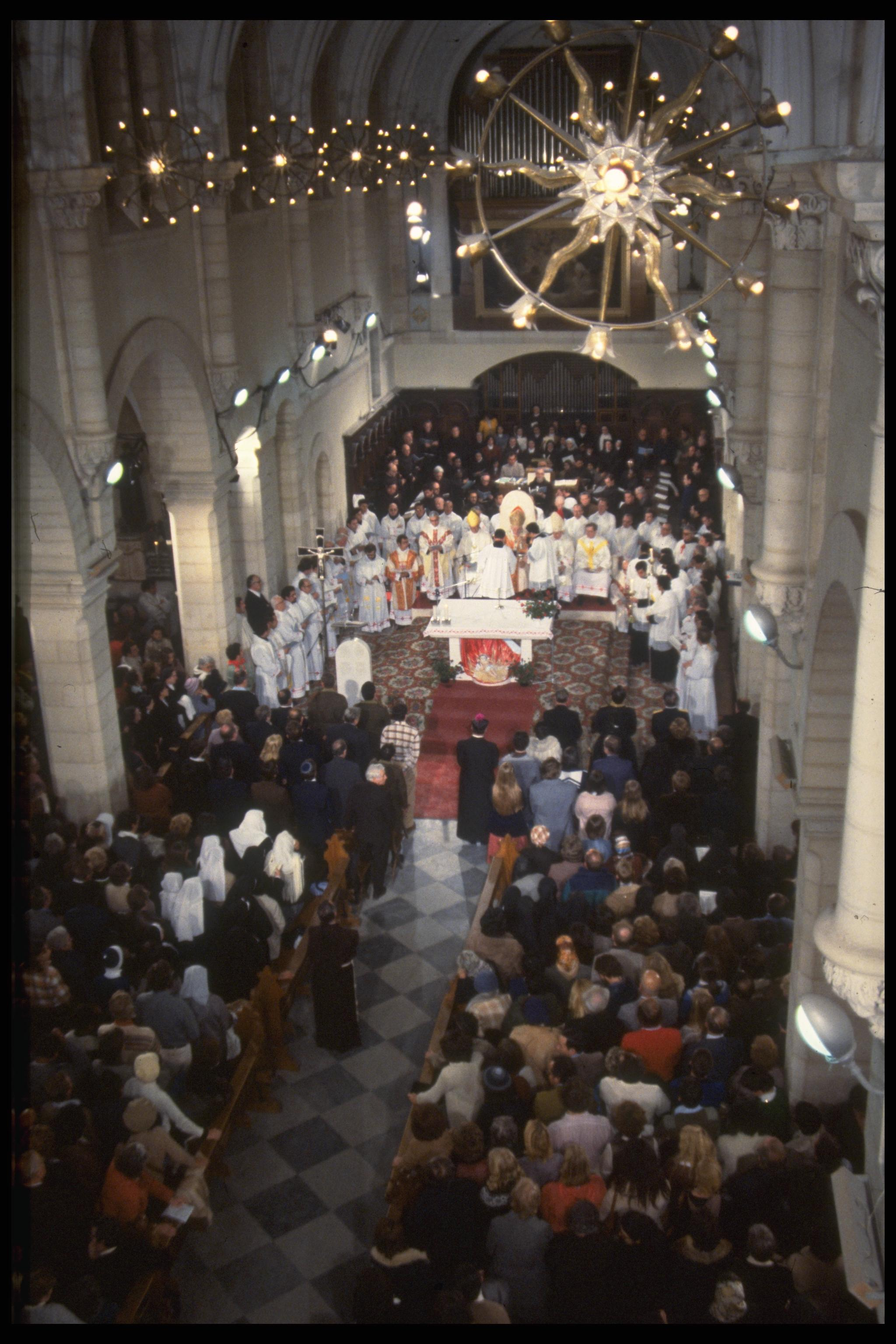
Een kerstmis, 25 december 1979
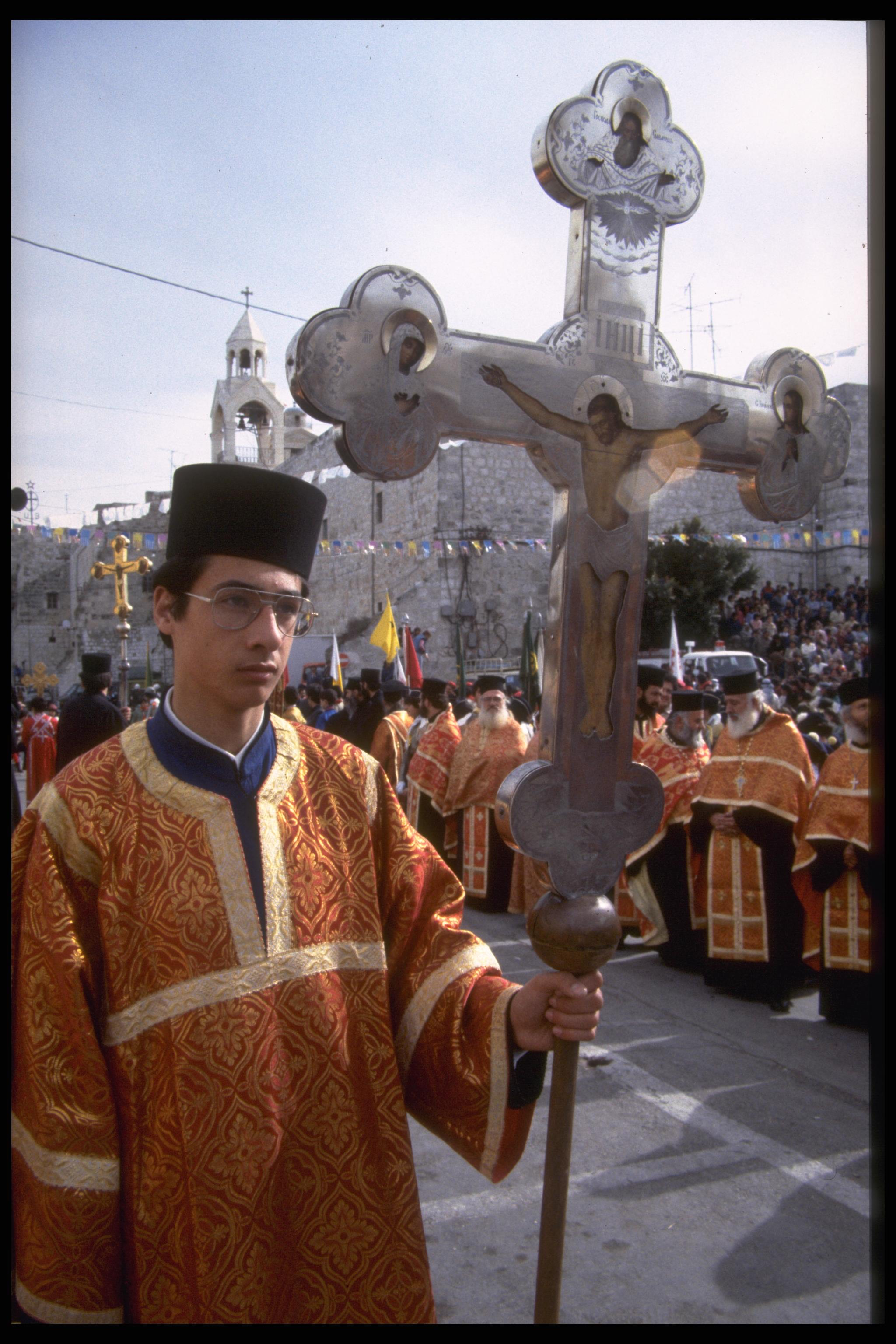
De jaarlijkse  Grieks-orthodoxe kerstprocessie in Bethlehem, 6 januari 1984
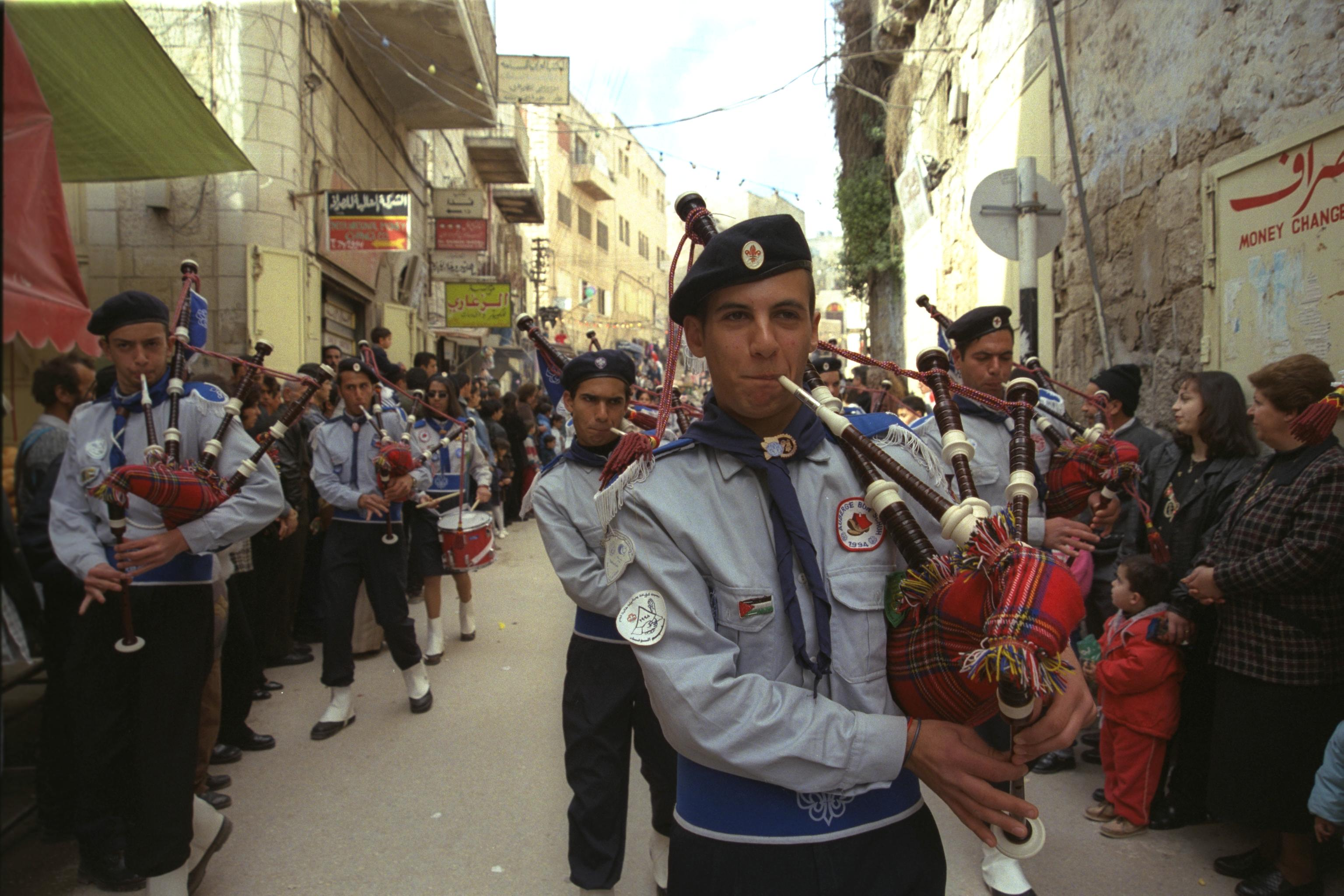
Doedelzakspelers tijdens de kerstprocessie, 6 januari 1999

## Panama

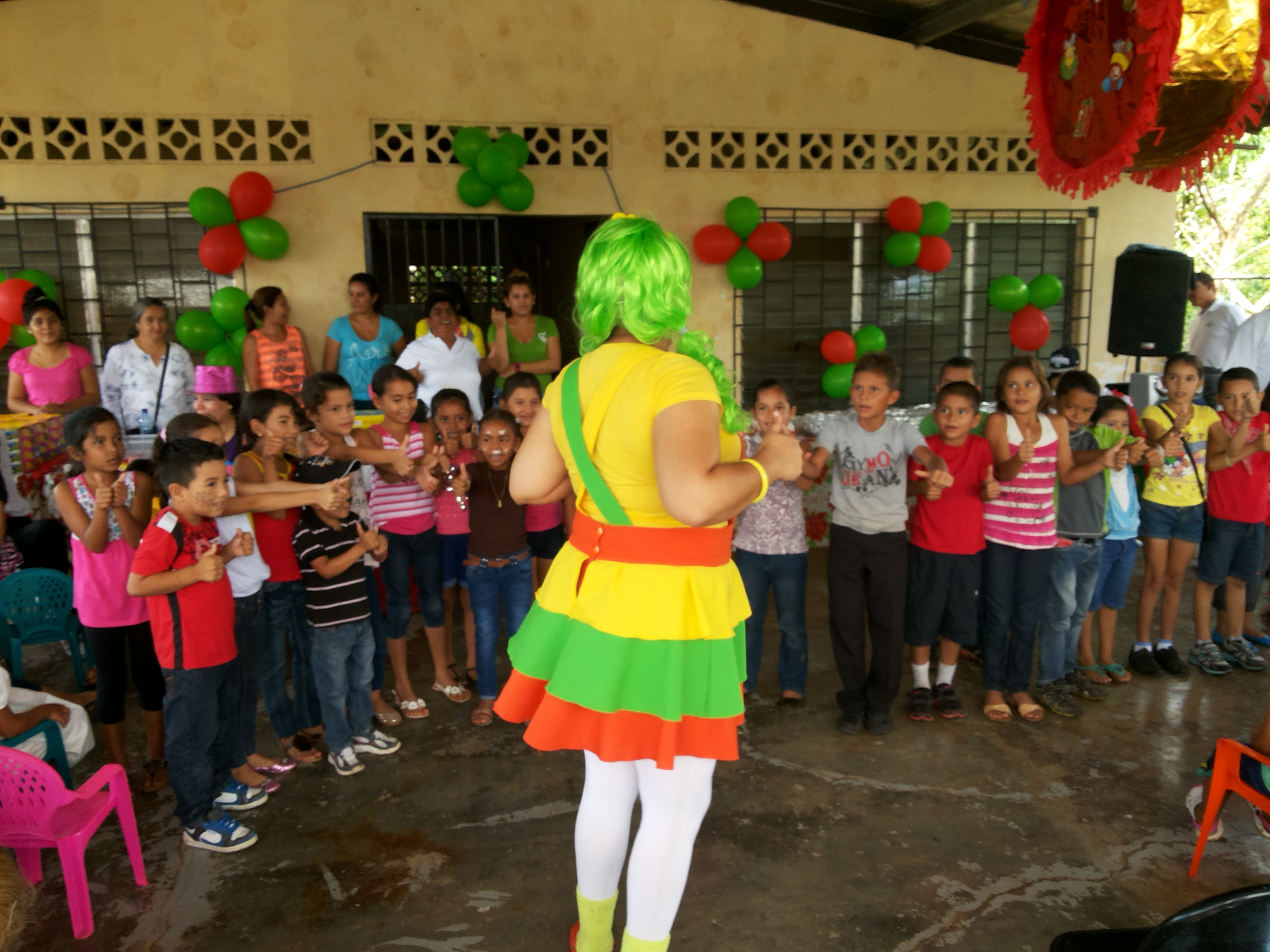
Kerstfeest in Panama, 2014

## Paraguay

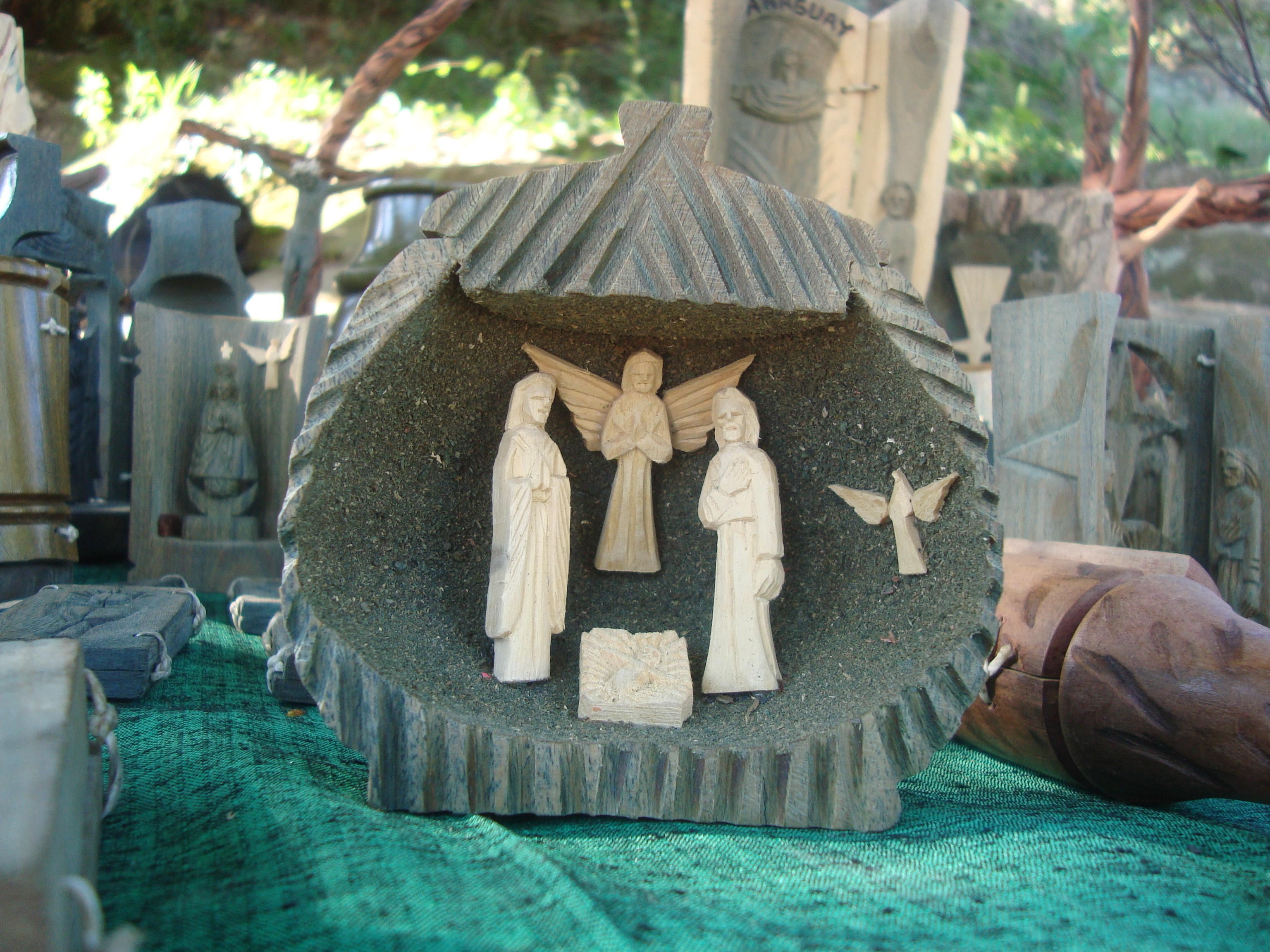
Sagrada familia, het groene hout is palo santo (heilig hout) en het witte hout is guatambu
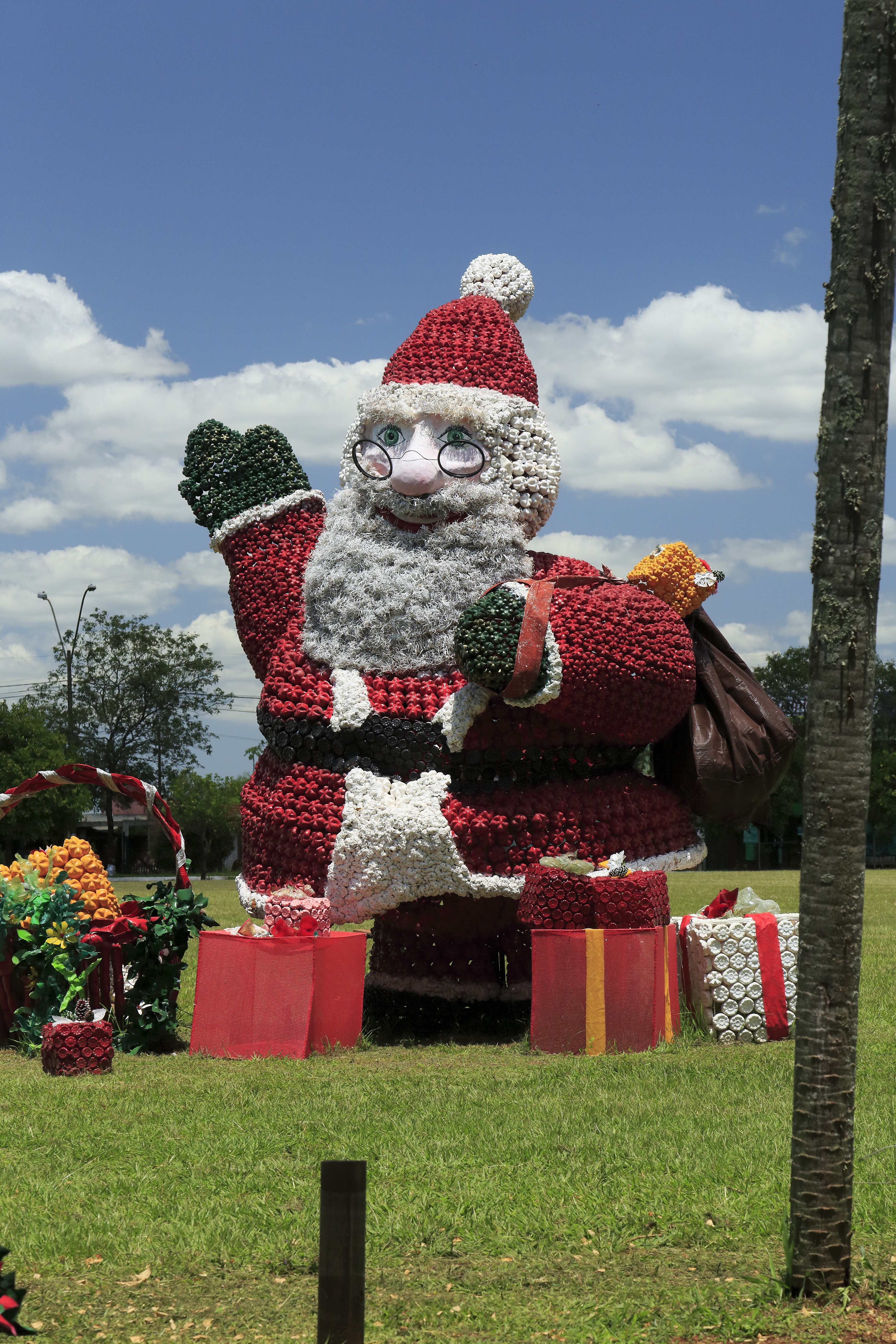
Deze Kerstman in Itapúa is gemaakt van wegwerp-Petflessen.

## Peru

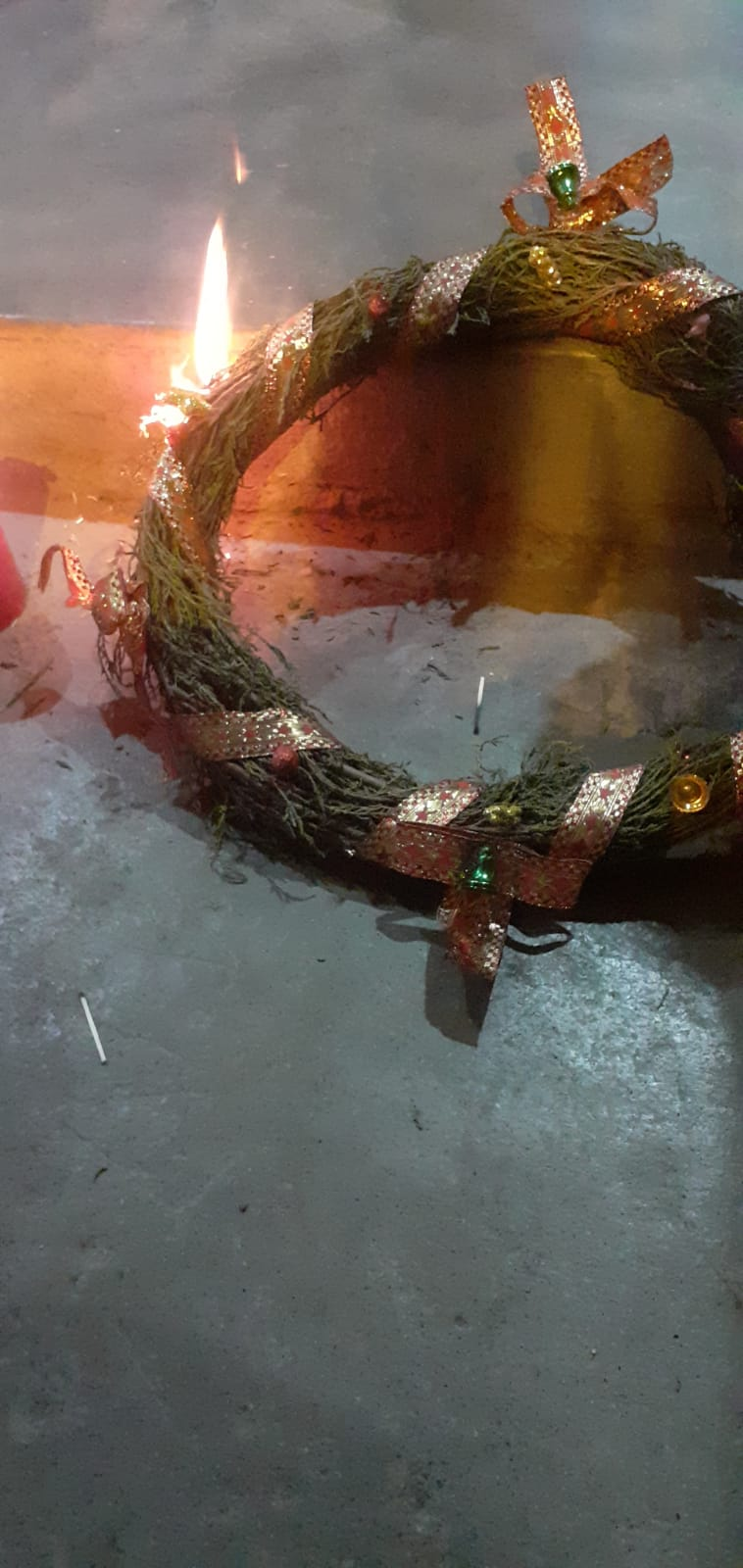
Het verbranden van de adventskrans gemaakt met natuurlijke planten, dit wordt ook gedaan ter vervanging van het verbranden van een pop in Peru

In Peru zijn kalkoen en panettone de gerechten van kerstavond. Negritos en angelitas zingen kerstliederen. Een kerstboom wordt arbol navideño genoemd.

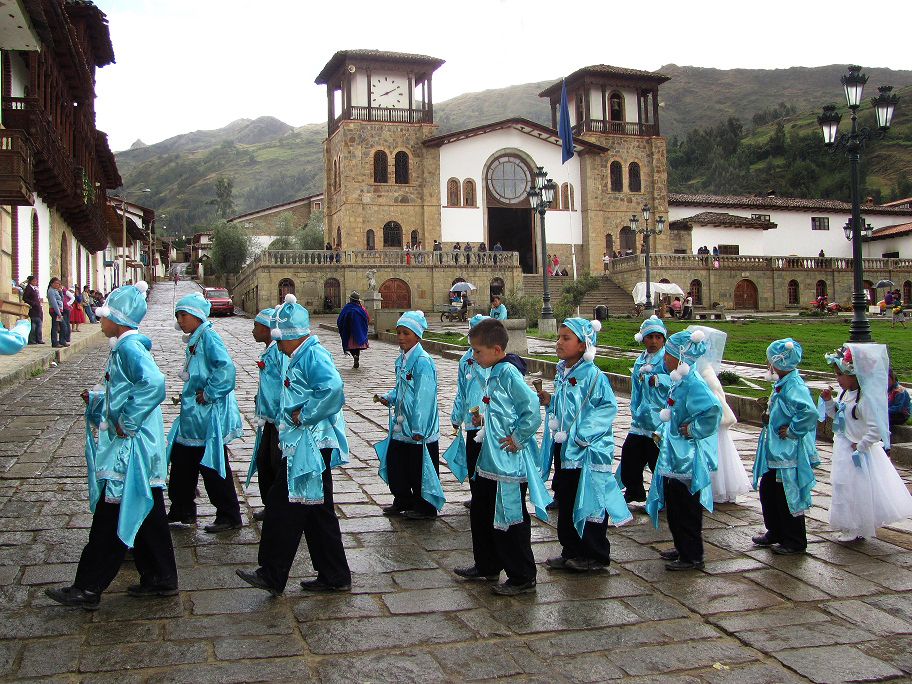
Negritos en angelitas zingen kerstliederen in Peru
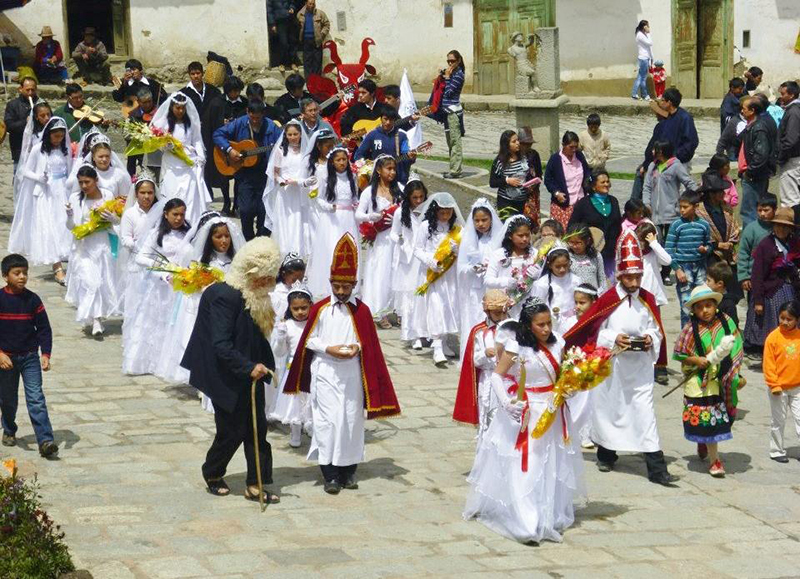
Reyes Magos in Áncash, 6 januari 2014
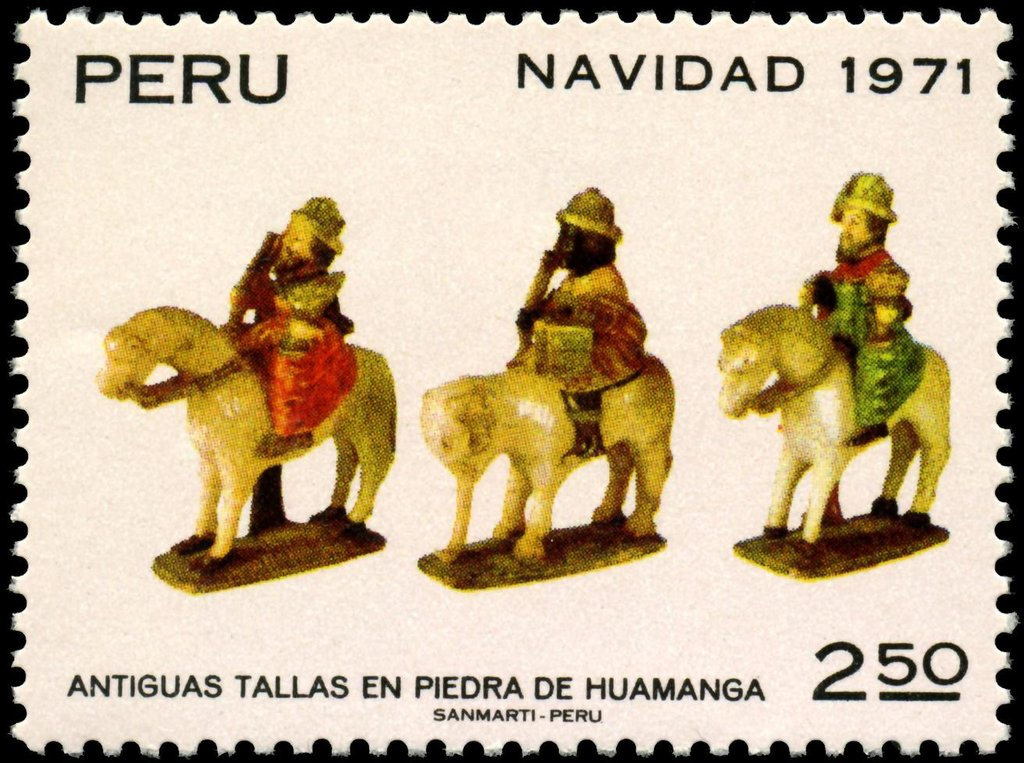
De drie wijzen op een postzegel uit 1971
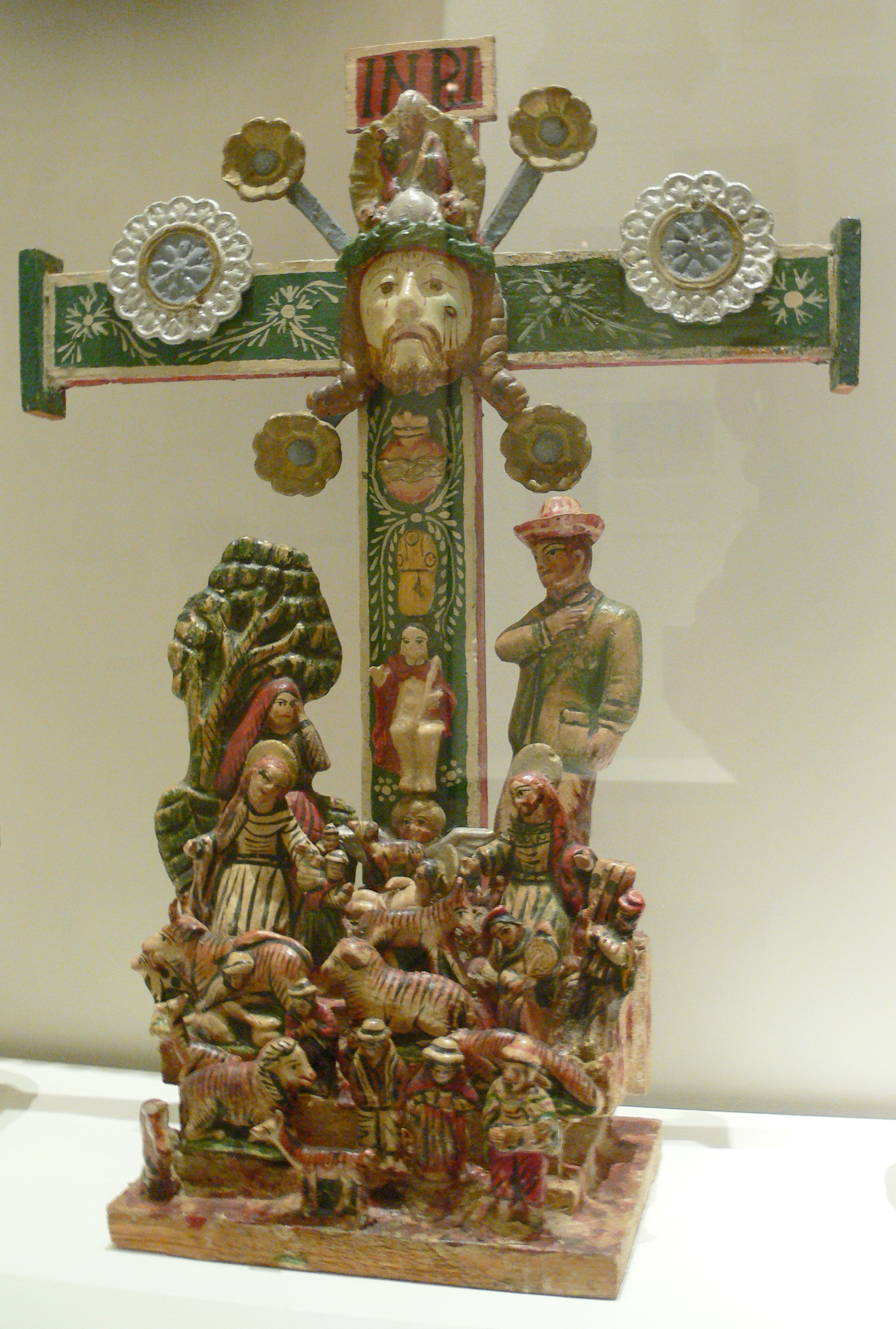
Een crucifix uit Peru met kerststal, 1960
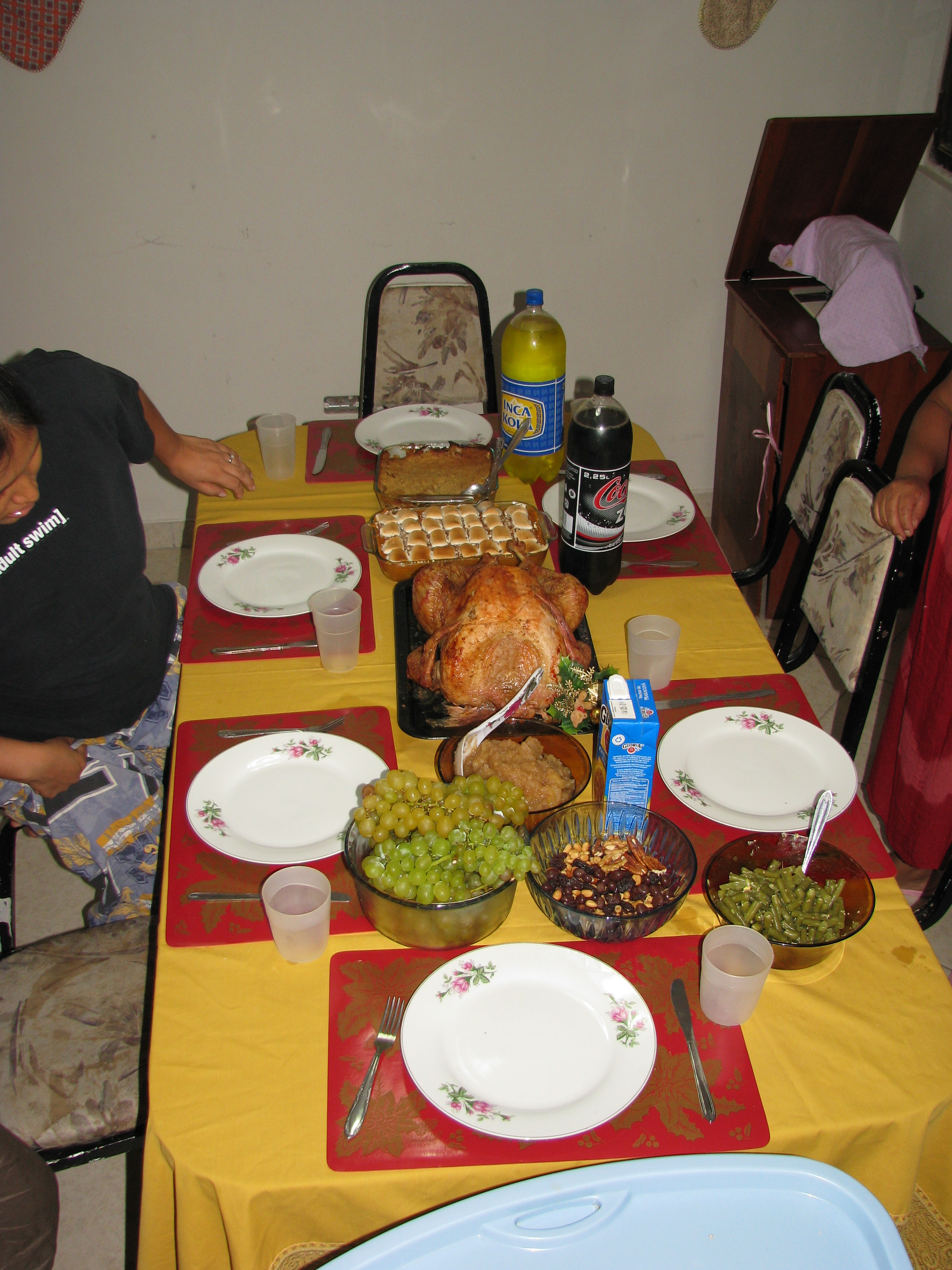
Tafel gedekt voor het kerstdiner in Peru
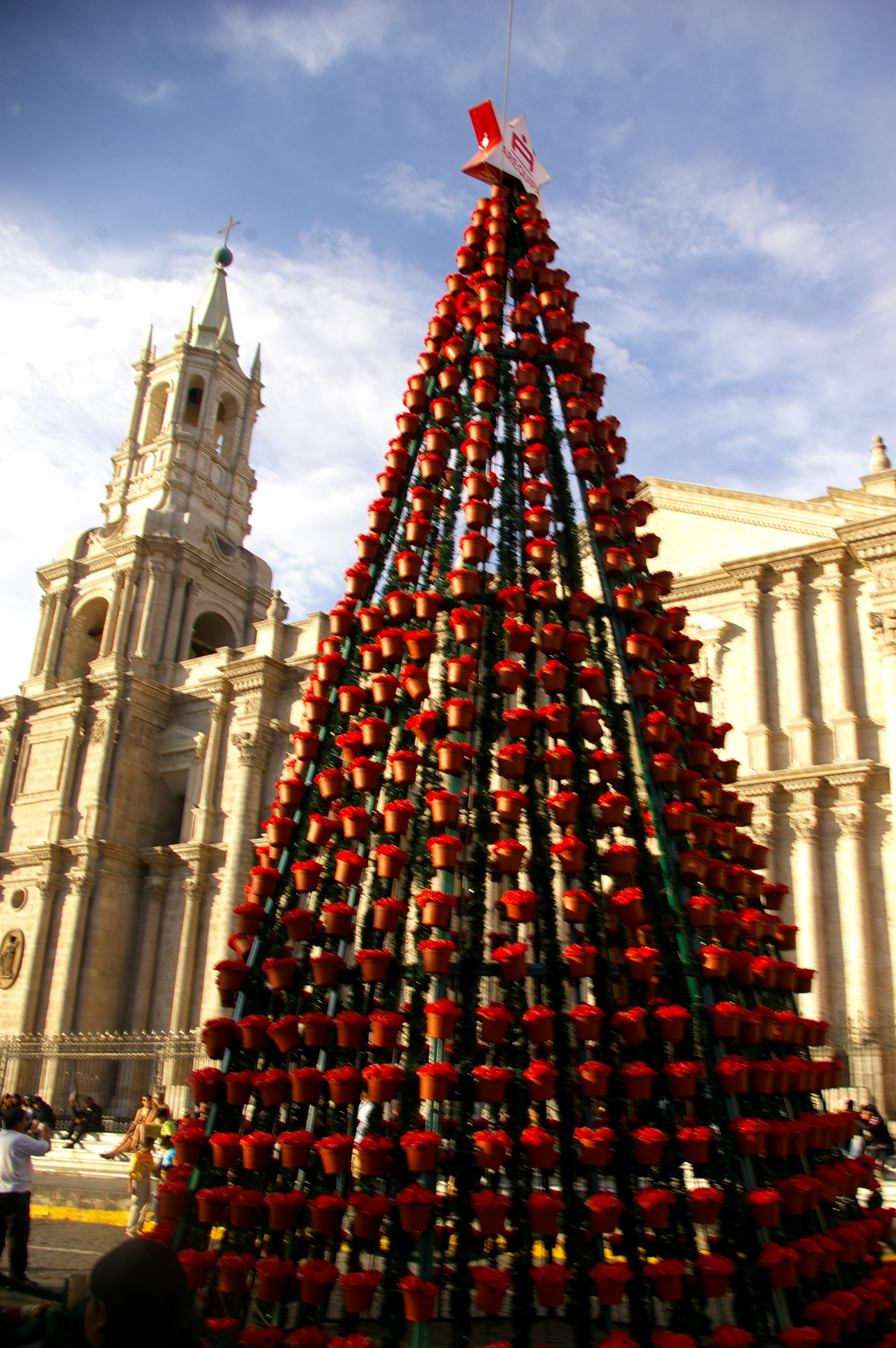
Kerstboom in Arequipa
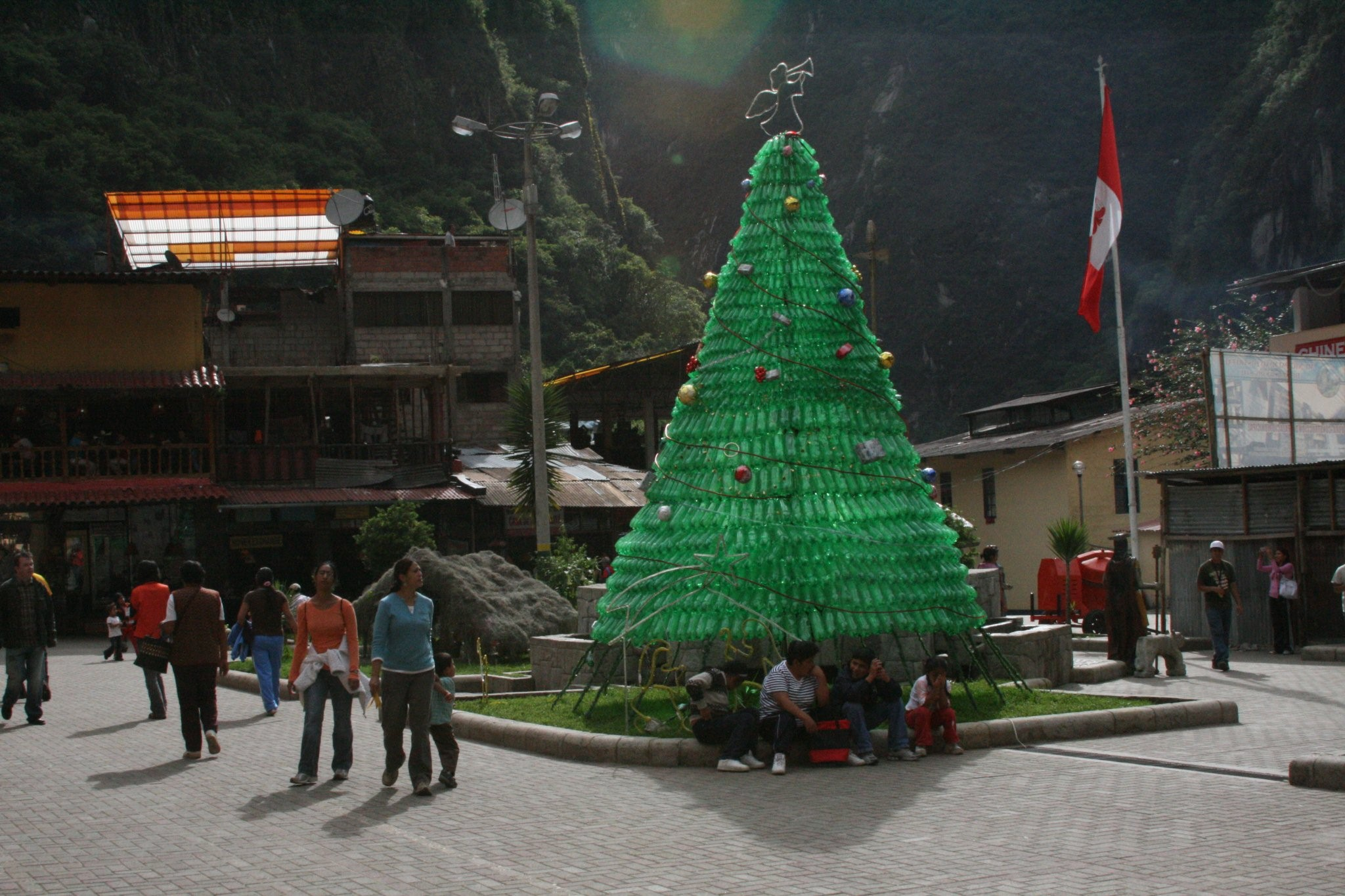
Een kerstboom gemaakt van gerecycled plastic in Aguas Calientes
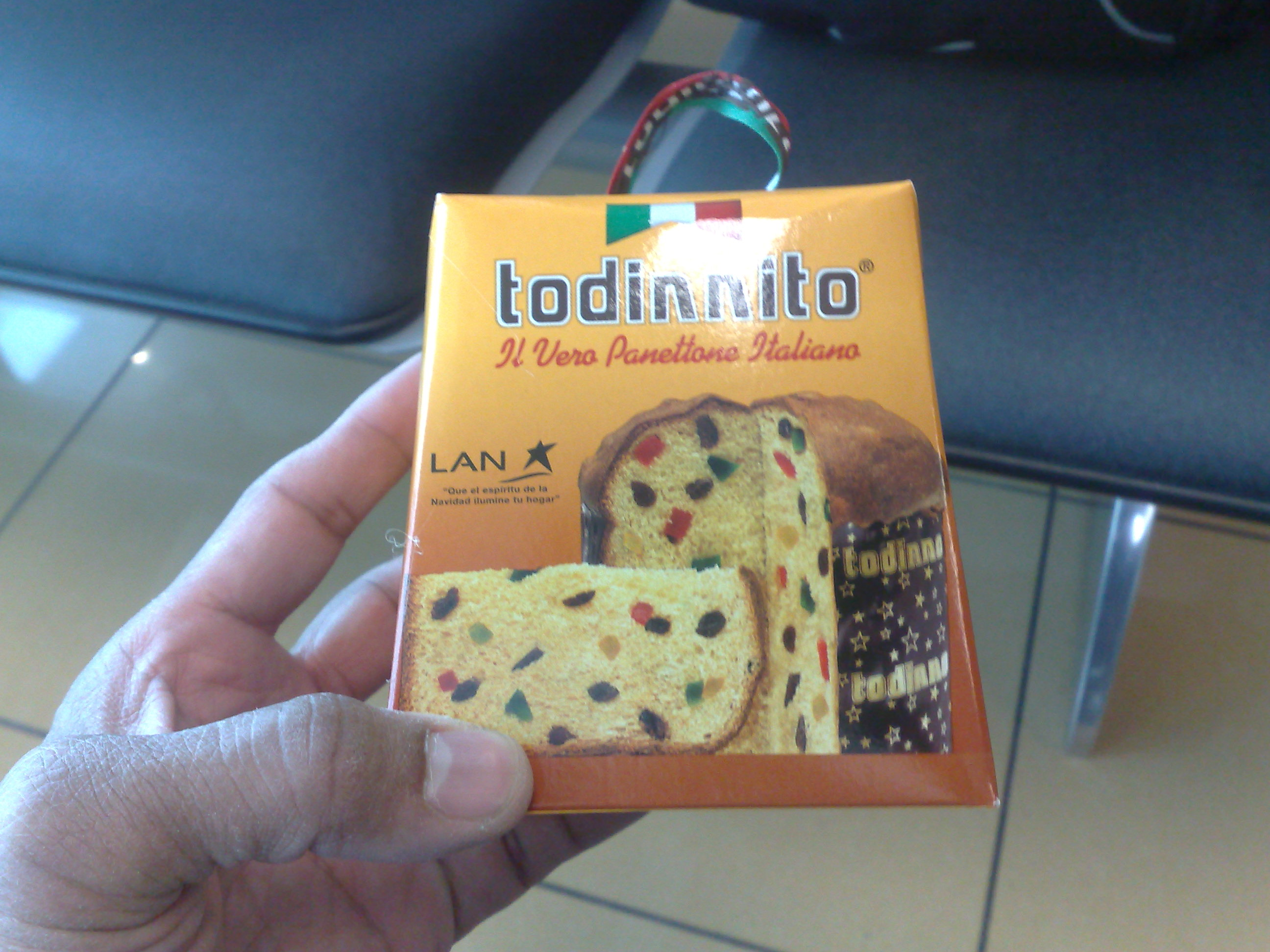
Kerstgeschenk (panettone) op een vlucht van Lima naar Cuzco
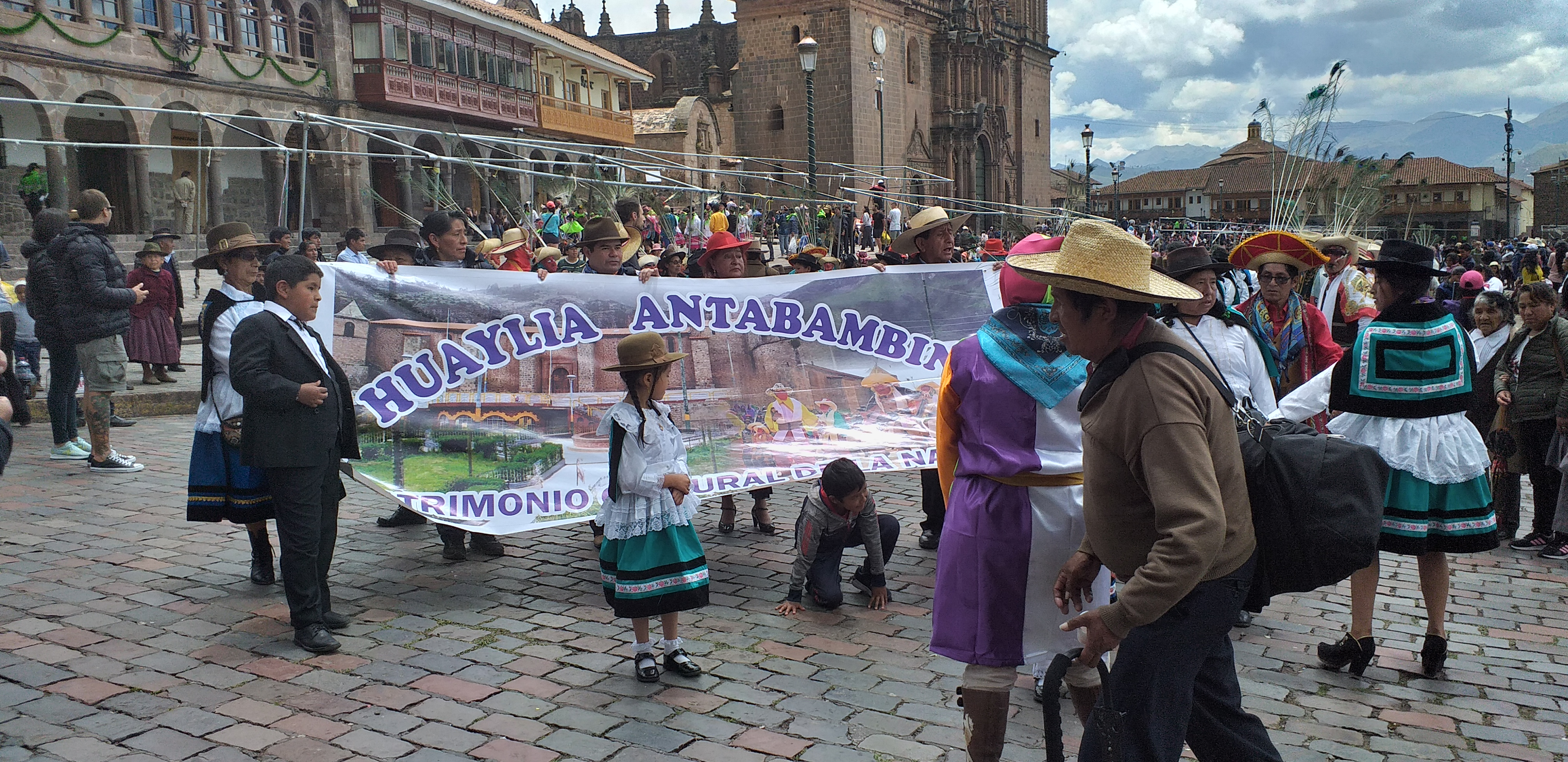
Een kerstparade op 25 december op Plaza de Armas (Cusco, Peru)
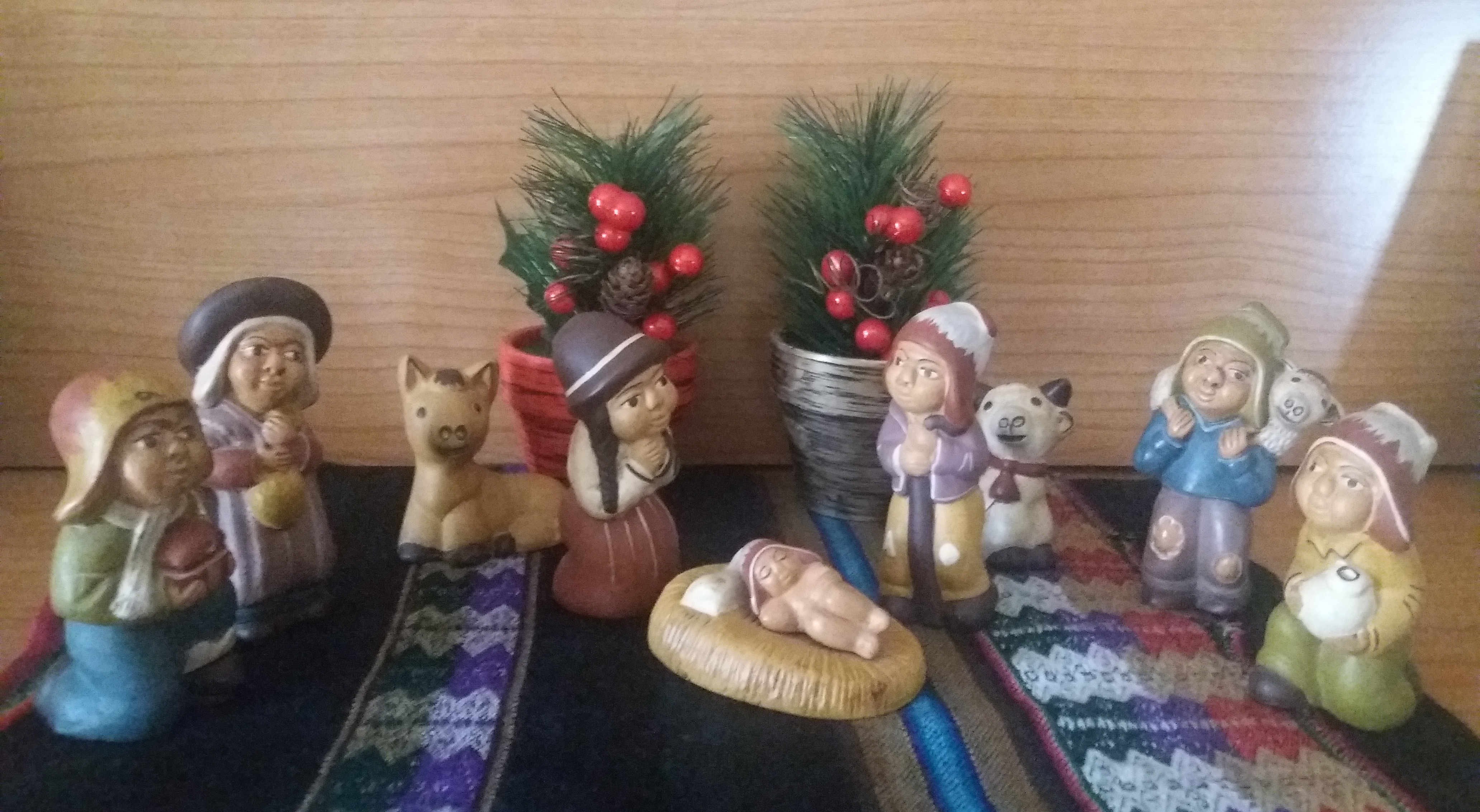
Kerststal in Peru
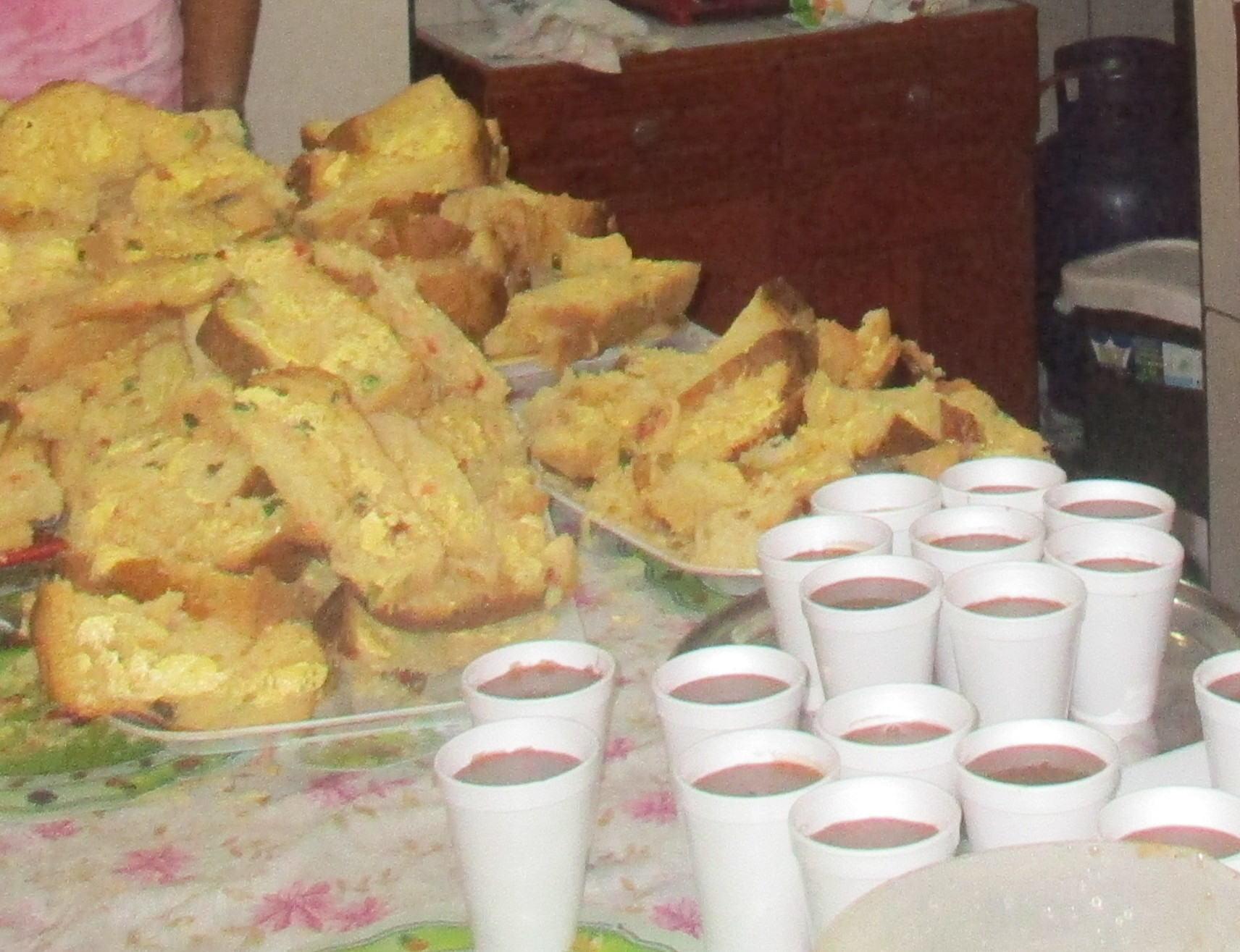
Kerstchocholade
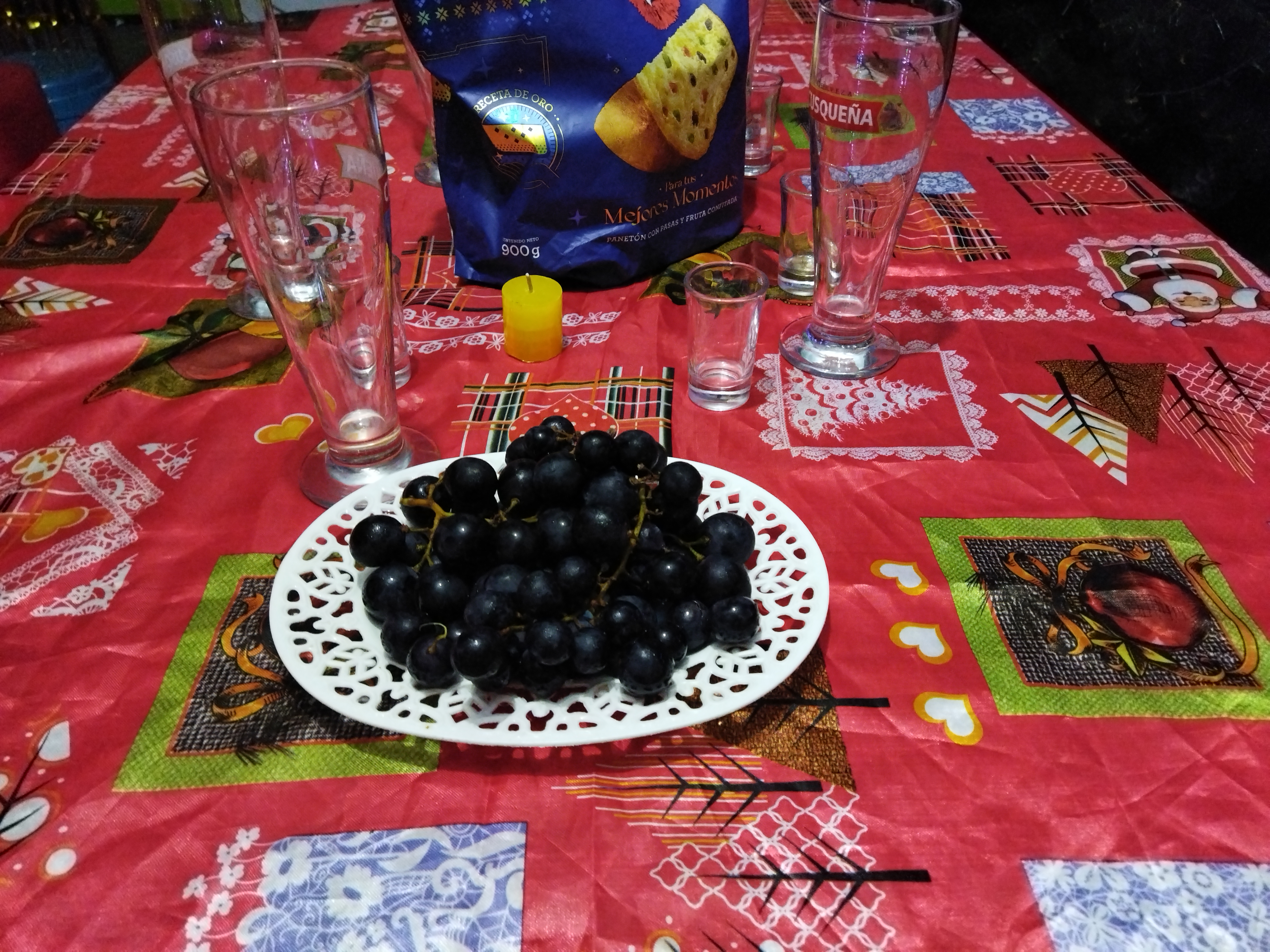
Het eten van twaalf druiven (die de maanden van het jaar vertegenwoordigen); als je op elke druif kauwt, denk je aan een wens voor het aankomende jaar
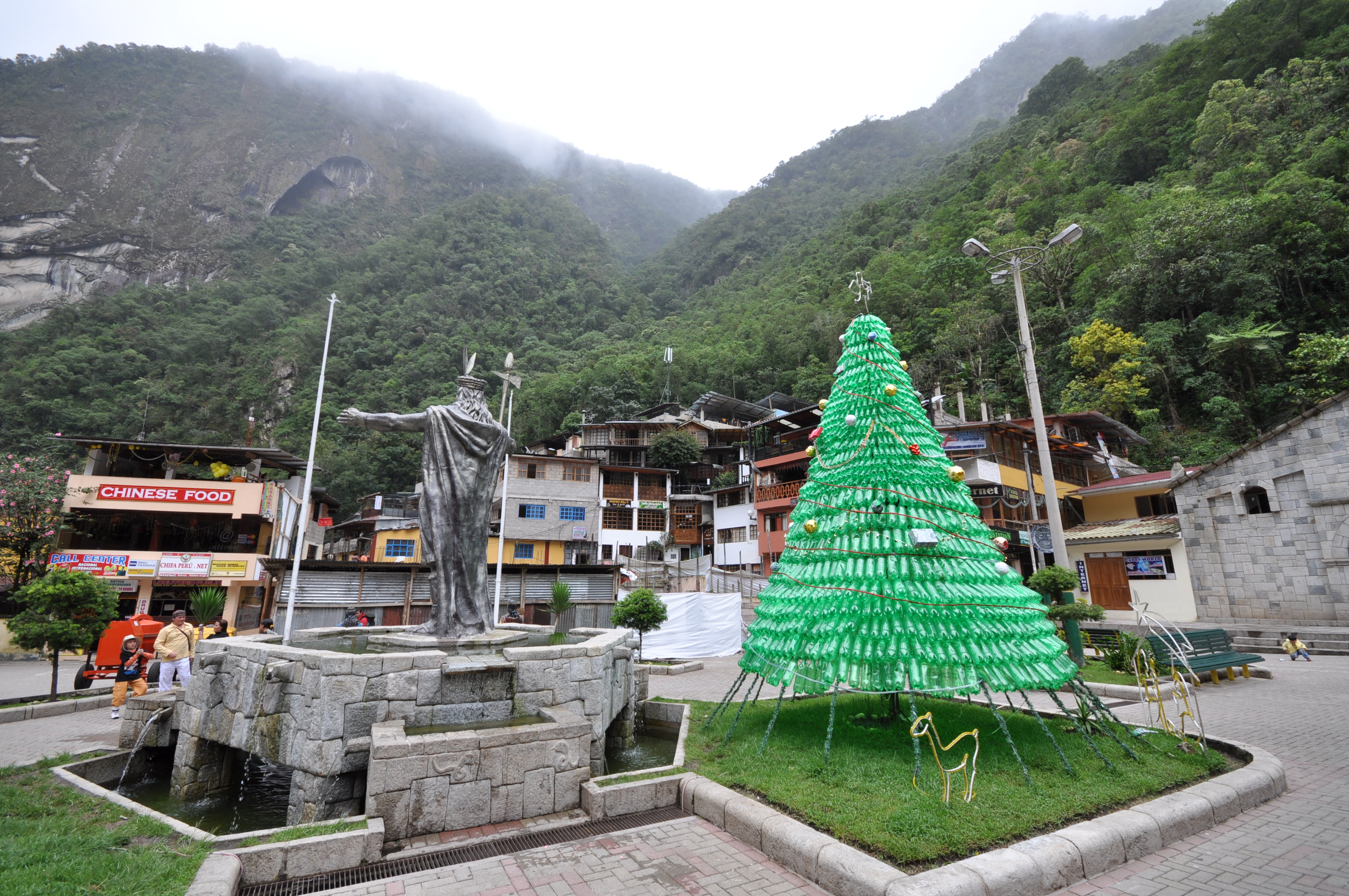
Kerstboom in Vilcanota bij het standbeeld van Pachacutec

## Polen

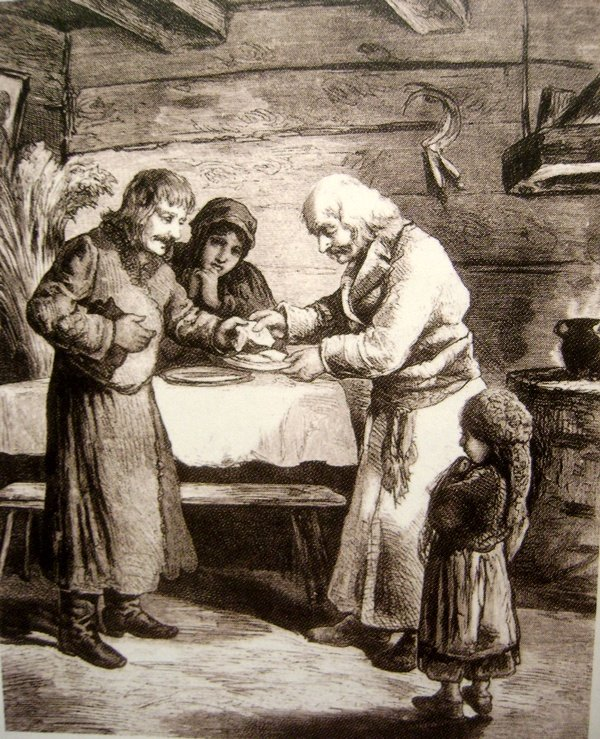
Wigilia in het dorp, het uitdelen van opłatek, 1878

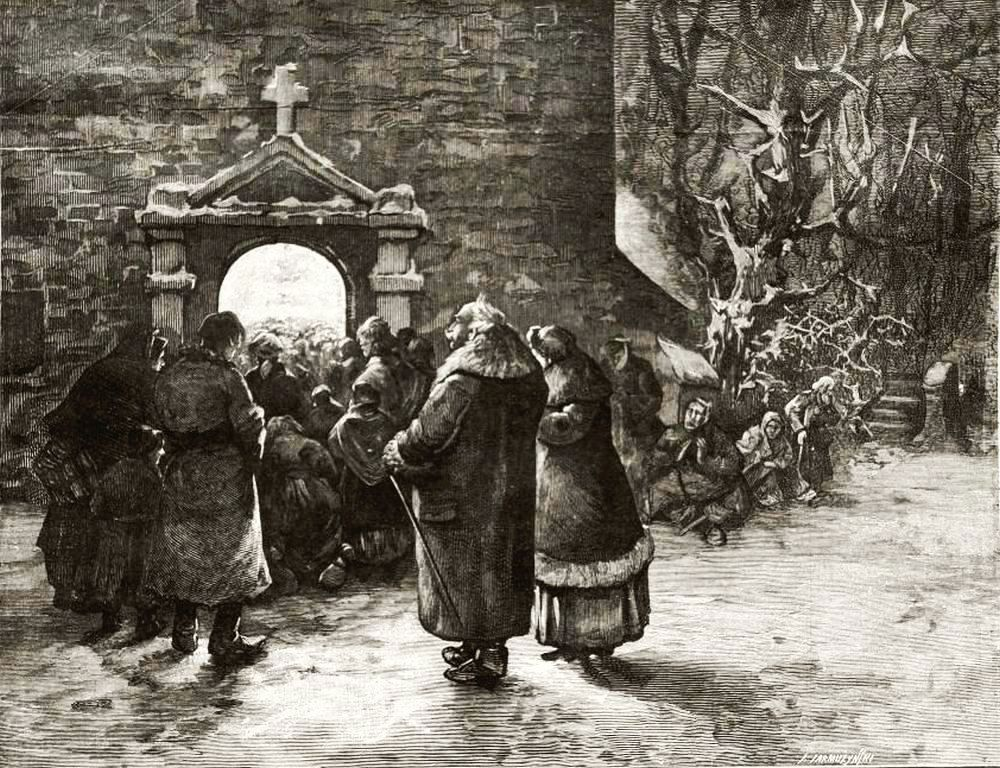
Pasterka, de nachtmis, 1882

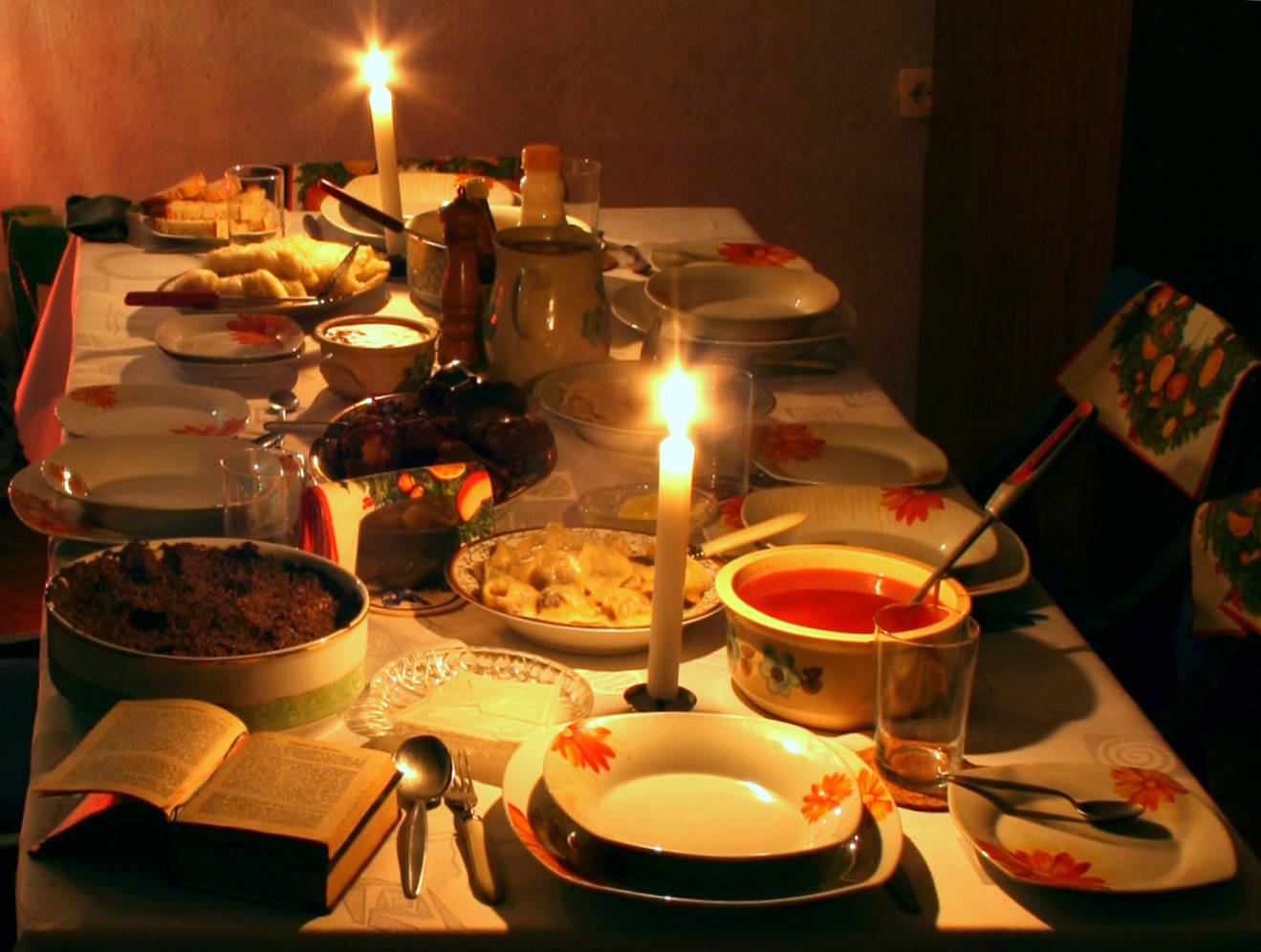
Traditioneel gedekte tafel voor Wigilia

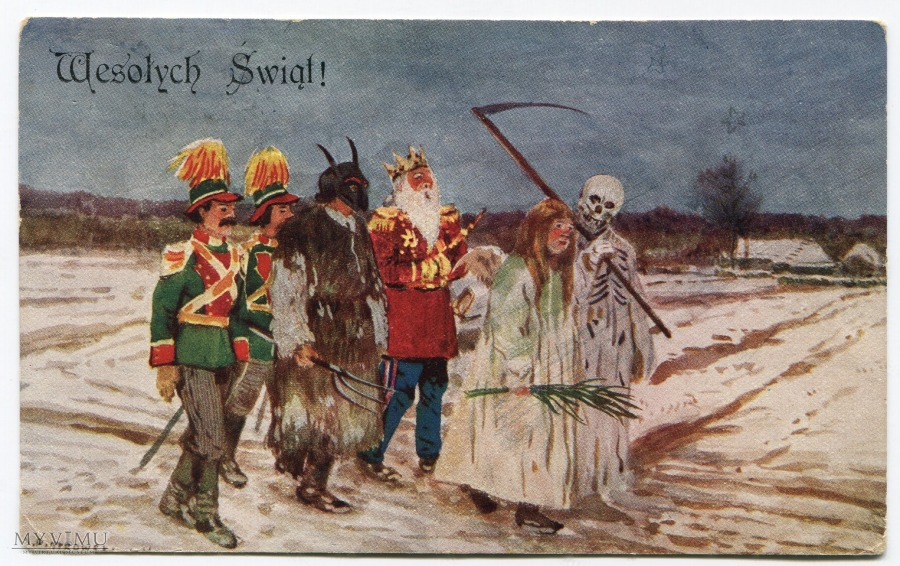
Een kerstkaart met Wesołych Świąt (Fijne kerst) met een afbeelding van koliada, 1929

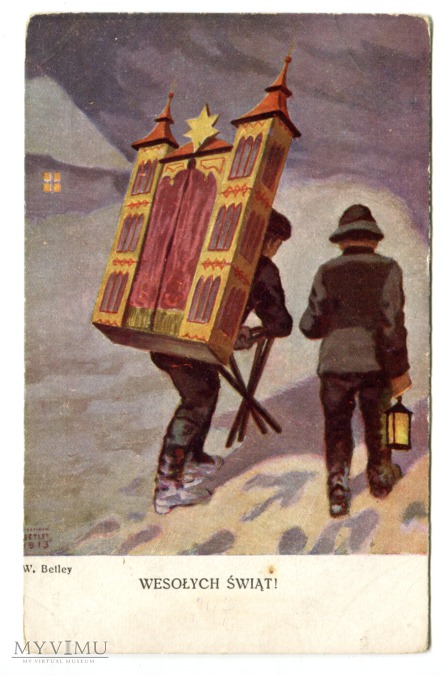

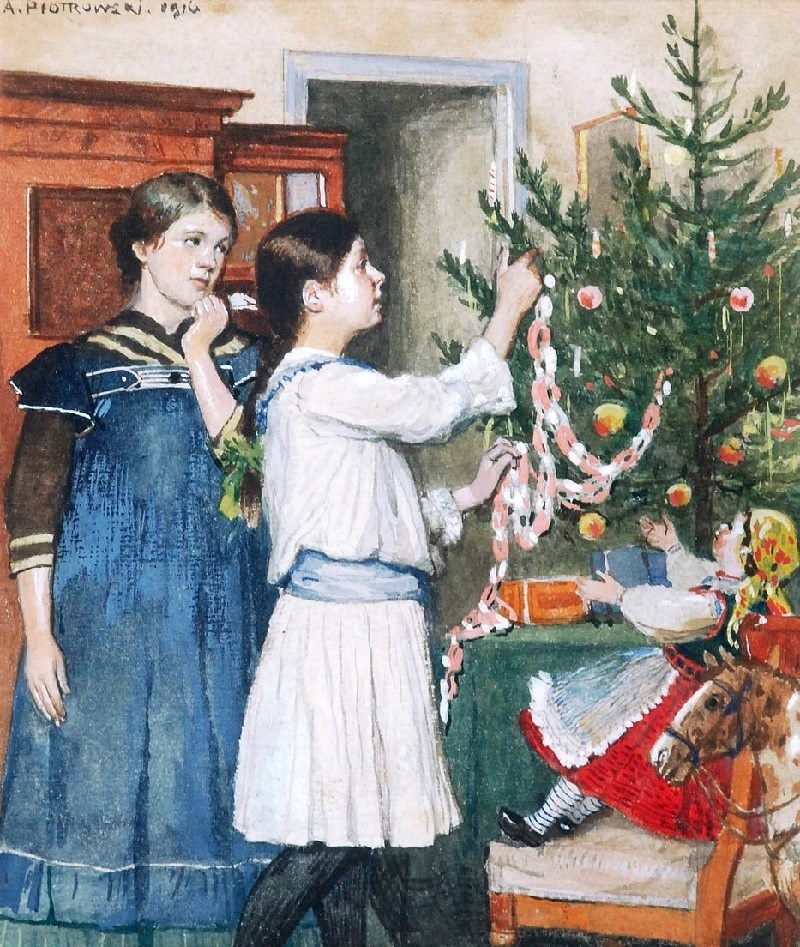
Het versieren van de kerstboom, Antoni Piotrowski, 1916

In Polen wordt Kerstmis gezien als het belangrijkste feest van het jaar, een echt familiefeest. Kerst begint op de avond van 24 december, deze avond heet Wigilia. De term Wigilia wordt in de volksmond vaak gebruikt om te verwijzen naar de hele dag van 24 december. Het feest begint traditioneel zodra de  eerste ster (vaak Venus - de avondster) in de schemering aan de hemel wordt gespot (meestal door kinderen rond 17.00 uur). Daarom wordt Kerstmis in Polen soms Gwiazdka genoemd, omdat Gwiazdka de cadeautjes brengt en letterlijk “de kleine ster” betekent. Dit verwijst naar de Kerstster of een heidense traditie. In Zuid-Polen, Neder-Silezië en Opole is "gwiazdka" de vrouwelijke tegenhanger van Sinterklaas, in Poznan is de "gwiazdor" mannelijk. Andere schenkers in de Poolse traditie zijn een engel ("aniołek") en in Silezië het Christuskind (dzieciątko).
Op deze avond wil iedereen thuis zijn met familie om specifiek Poolse gebruiken te vieren. Vanaf de ochtend wordt in vrijwel ieder huishouden gekookt en gebakken voor deze speciale avond. Volksgebruiken zijn deels vermengd met christelijke tradities, zoals het breken van speciale kerstwafels (bożenarodzeniowe opłatki) onder de aanwezigen en een vleesloos traditioneel menu. De kerststal staat centraal tijdens deze viering, omdat deze ons laat zien dat de Zoon van God mens werd zoals wij. Kinderen versieren op deze dag meestal de kerstboom (choinka) als deze niet van tevoren is opgezet. De eerste kerstbomen in Poolse gezinnen verschenen in de 19e eeuw, vooral in steden met veel Duitsers. Vroeger versierden Poolse gezinnen hun huizen met dennen-, sparren- of dennentakken.
Vaak wordt er wat hooi onder het tafelkleed of in de vier hoeken van de kamer gelegd. Dit symboliseert dat Jezus in een kribbe in een stal werd geboren. Kinderen pakken een deel van het hooi dat onder de tafel ligt. Groen betekent een jaar van voorspoed of mogelijk een huwelijk, terwijl zwart hooi ongeluk betekent. Er zijn ook andere orakels : er wordt bijvoorbeeld een noot (of ander klein stukje eten) in een taart verstopt en vervolgens worden de stukjes taart uitgedeeld aan familieleden. Iedereen die de noot in zijn stuk taart vindt, zal een succesvol jaar hebben. Veel Poolse gezinnen leggen ook munten onder de borden of tafelkleden om gezinsleden tegen armoede te beschermen. Hetzelfde doel wordt nagestreefd met een visgraat of een visschubben, die na het eten in de portemonnee wordt gestopt. Mensen op het platteland vragen om een goede oogst in het volgend jaar.
Er ligt een wit tafelkleed en een extra couvert op tafel. Hiermee worden overleden familieleden herdacht. Maar het is er ook voor een “onverwachte gast”, voor het geval er een reiziger, familielid of vriend aanklopt en dan mee kan vieren. Dit houdt ook rechtstreeks verband met het kerstverhaal, toen Maria en Jozef onderdak zochten maar nergens werden geaccepteerd totdat ze in de stal in Bethlehem werden geplaatst. Een oud Pools spreekwoord zegt ook: “Gość w domu, Bόg w domu” (“Als er een gast in huis is, dan is God in huis”). De term “wieczerza” (of “wieczerza wigilijna”) wordt gebruikt voor de eigenlijke maaltijd met 12 gerechten. Het Laatste Avondmaal heet in het Pools “ostatnia wieczerza”.
Op het platteland krijgt het vee ook iets van de kerstwafel, omdat het vee op deze dag op dezelfde manier wordt behandeld als alle leden van het huishouden, zoals een legendarische traditie zegt dat dieren in de kerstnacht met een menselijke stem kunnen spreken. Als je zuiver van hart bent, kun je ze ook horen. De wafels die aan het vee worden gevoerd, moeten kleurrijk zijn (in tegenstelling tot de witte wafels die mensen onderling breken). Het populaire geloof is dat het verloop van de Wigilia invloed heeft op het volgende jaar. Dus als er ruzie ontstaat in het gezin, wordt aangenomen dat dit een controversieel en moeilijk jaar inluidt. Daarom ontmoeten familieleden elkaar op deze dag op een verzoenende manier en vieren ze hun band en liefde voor elkaar.
In Polen wordt kutia of kucja geserveerd als onderdeel van het twaalfgangen kerstavondmaal, hoewel de oorsprong ervan ouder is dan het christendom in Polen en kan worden herleid tot gebruiken van het Slavische inheemse geloof. Een aantal gebruiken en rituelen in de Poolse traditie, zoals waarzeggerij, worden geassocieerd met kutia. 
Nadat de avondster is opgegaan en men heeft gebeden, de kerstwafel heeft gedeeld en het verhaal van de geboorte van Jezus heeft gelezen, begint het diner na de hele dag vasten. Zeer belangrijk is voor aanvang van het diner het uitdelen van opłatek, flinterdunne wafelbrood (vergelijkbaar met de hostie), waarvan iedereen een deel van elkaars opłatek opeet en het allerbeste wenst. Er wordt ook oplatek verstuurd naar familieleden in het buitenland.Tijdens het diner, dat traditioneel uit 12 of 13 gerechten moet bestaan, wordt er vaak barszcz, pierogi, verschillende soorten vis en kompot, een vruchtendrank, gedronken. Vlees en alles wat onder de categorie "vette en zoete happen" valt, wordt de hele dag buiten beschouwing gelaten, omdat op de dag voor Kerstmis wordt gevast. Een ander traditioneel kerstgerecht is makowiec.
Volgens het Słownik etymologiczny języka polskiego ( Etymologisch Woordenboek van de Poolse Taal) van Aleksander Brückner was het aantal gerechten traditioneel gerelateerd aan de sociale klasse: de boerenwake bestond uit 5 of 7 gerechten, de adel had er gewoonlijk 9 en de aristocratie 11. Het even getal 12 wordt vandaag de dag ook gevonden om de Twaalf Apostelen te herdenken. Het is verplicht om een deel van alle gerechten te proberen. Sommige tradities specificeren dat het aantal gasten niet oneven mag zijn.
Na het diner zingen veel gezinnen kerstliederen (“kolędy”) en vertellen ze elkaar verhalen, worden cadeaus uitgedeeld en gaan de meeste mensen naar de nachtmis (pasterka).
Meisjes luisteren of ze een hond horen blaffen, omdat men gelooft dat hun toekomstige echtgenoot ook uit deze richting zal komen. Op het platteland is het traditioneel dat gekostumeerde sterzangers van huis tot huis gaan met een kerststal of een ster. Ze improviseren belangrijke Bijbelscènes. Er worden onder meer engelen, duivels, Herodes en de dood afgebeeld. Vroeger kregen de zangers meestal wat lekkers, tegenwoordig krijgen ze meestal wat geld.
Na kerstavond zijn er nog twee dagen kerstvieringen. Eerste Kerstdag (25 december) is een nationale feestdag in Polen en de meeste Polen brengen de dag door met met hun families. Het kerstontbijt op eerste kerstdag bestaat vaak uit roerei, vleeswaren, gerookte of gebakken zalm met mierikswortelsaus, salades, koffie, thee en gebak zoals maanzaadbroodje, piernik (peperkoek), koekjes of kutja.
Koliada of koleda, Pools Szczodre Gody kolęda) is de traditionele Slavische naam voor de periode van Kerstmis tot Driekoningen of voor Slavische kerstgerelateerde rituelen, waarvan sommige dateren uit pre-christelijke tijden. Het staat voor een festival of feestdag, gevierd aan het einde van december om de zon te eren tijdens de winterzonnewende op het noordelijk halfrond. Het omvat ook groepen zangers (sterrenzangers) die huizen bezoeken om kerstliederen te zingen. Ook komen Driekoningenoptochten voor.

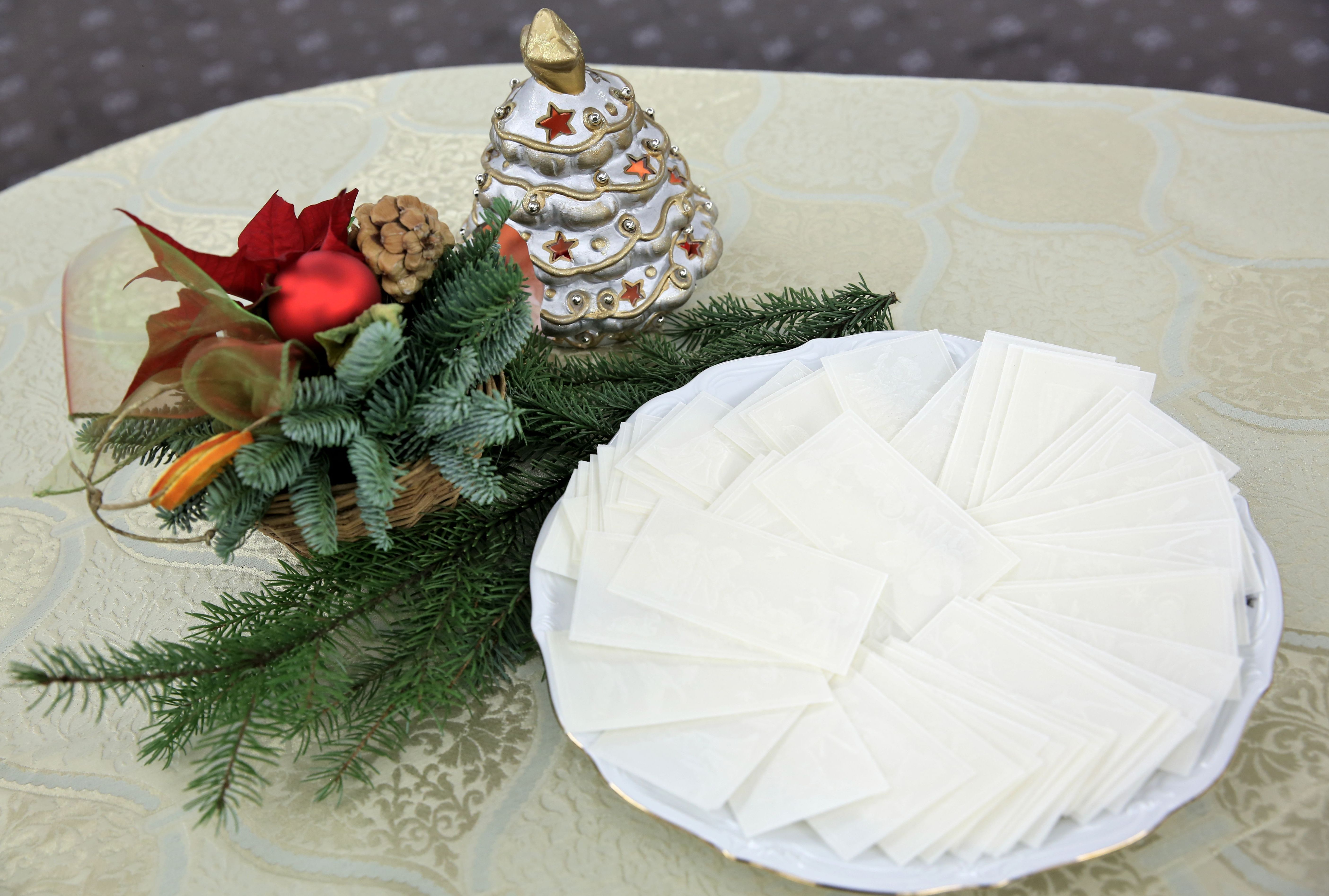
Oplatek
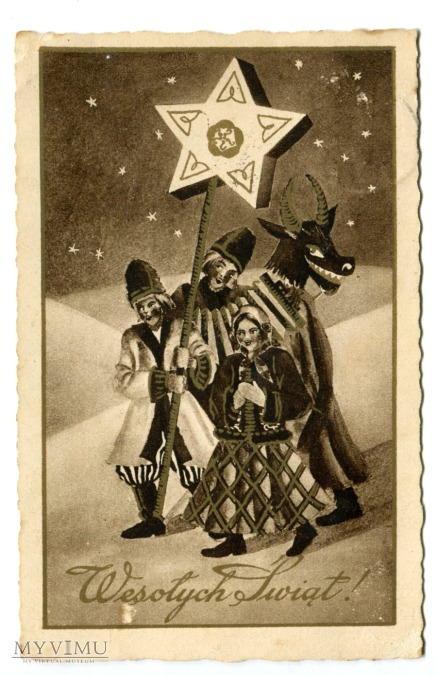
Koliada, 1937
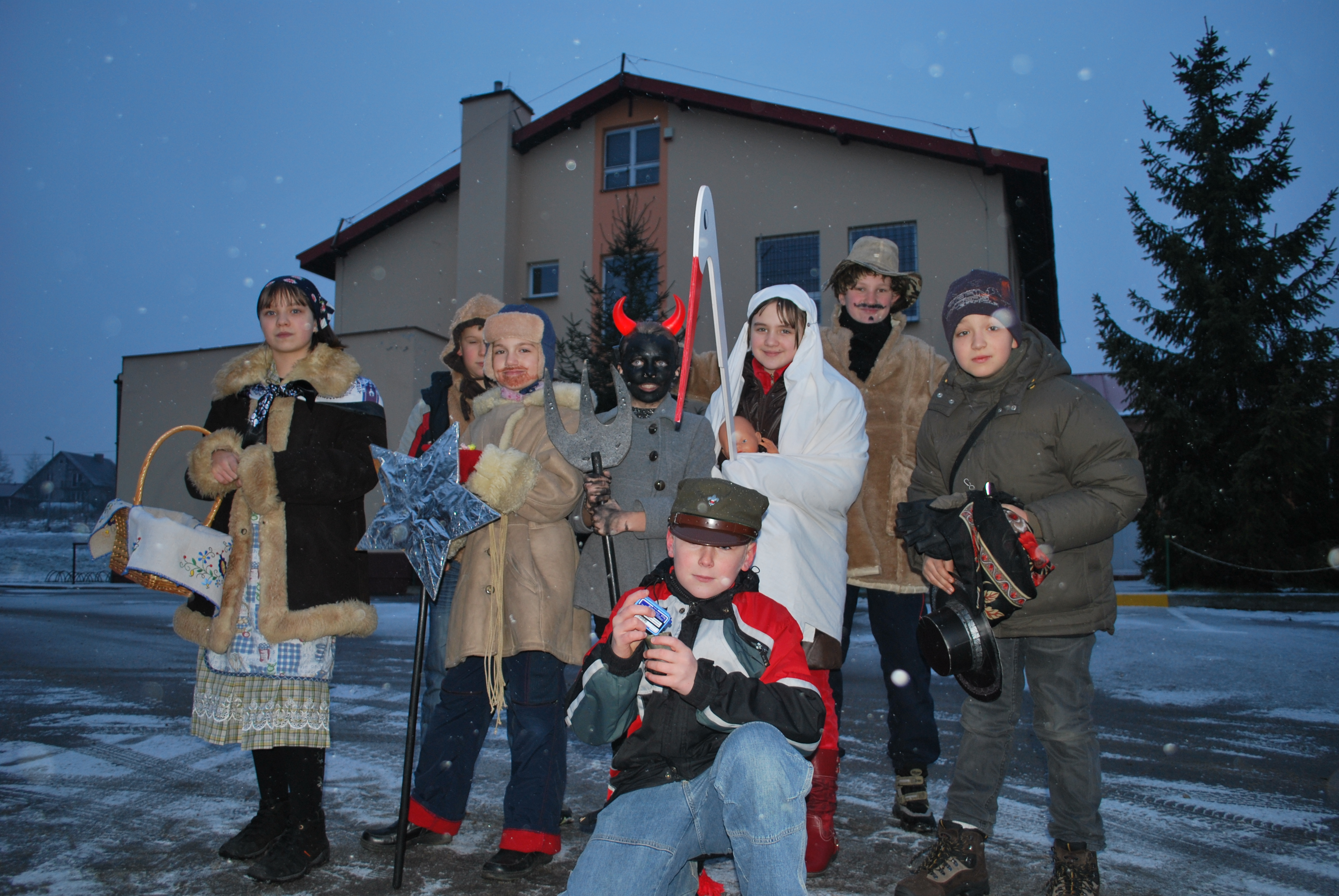
Koliada, 2009
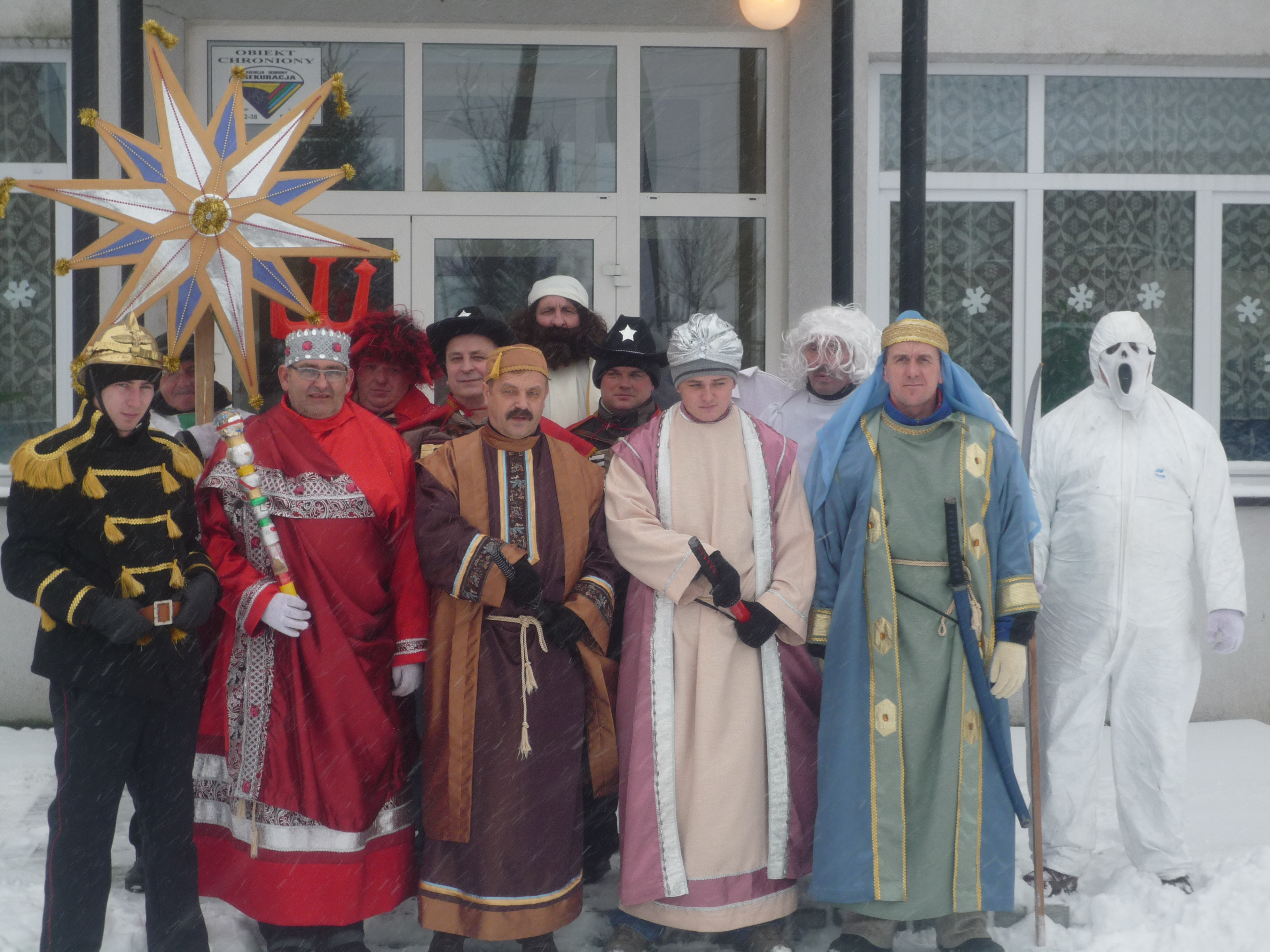
Sterrenzangers zijn onderdeel van de koliada (kerstrituelen), 2010
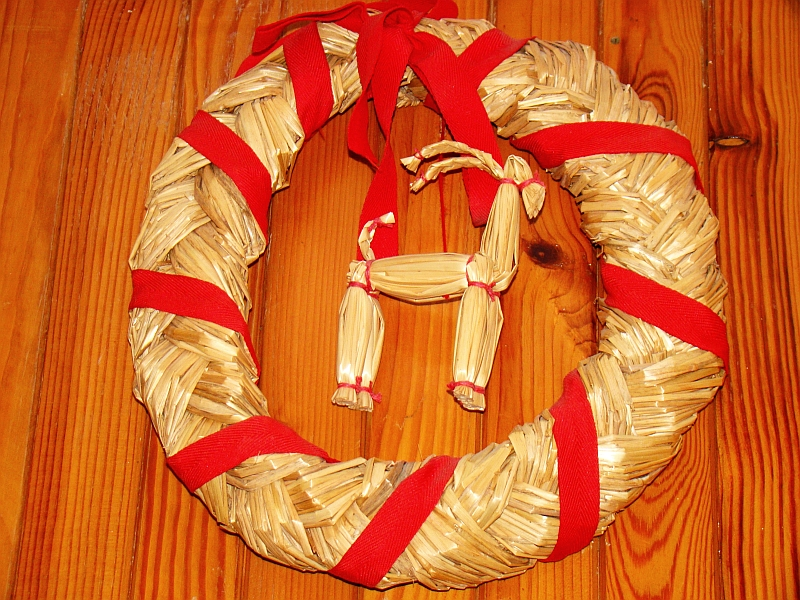
Kerstversiering van stro in Sanok
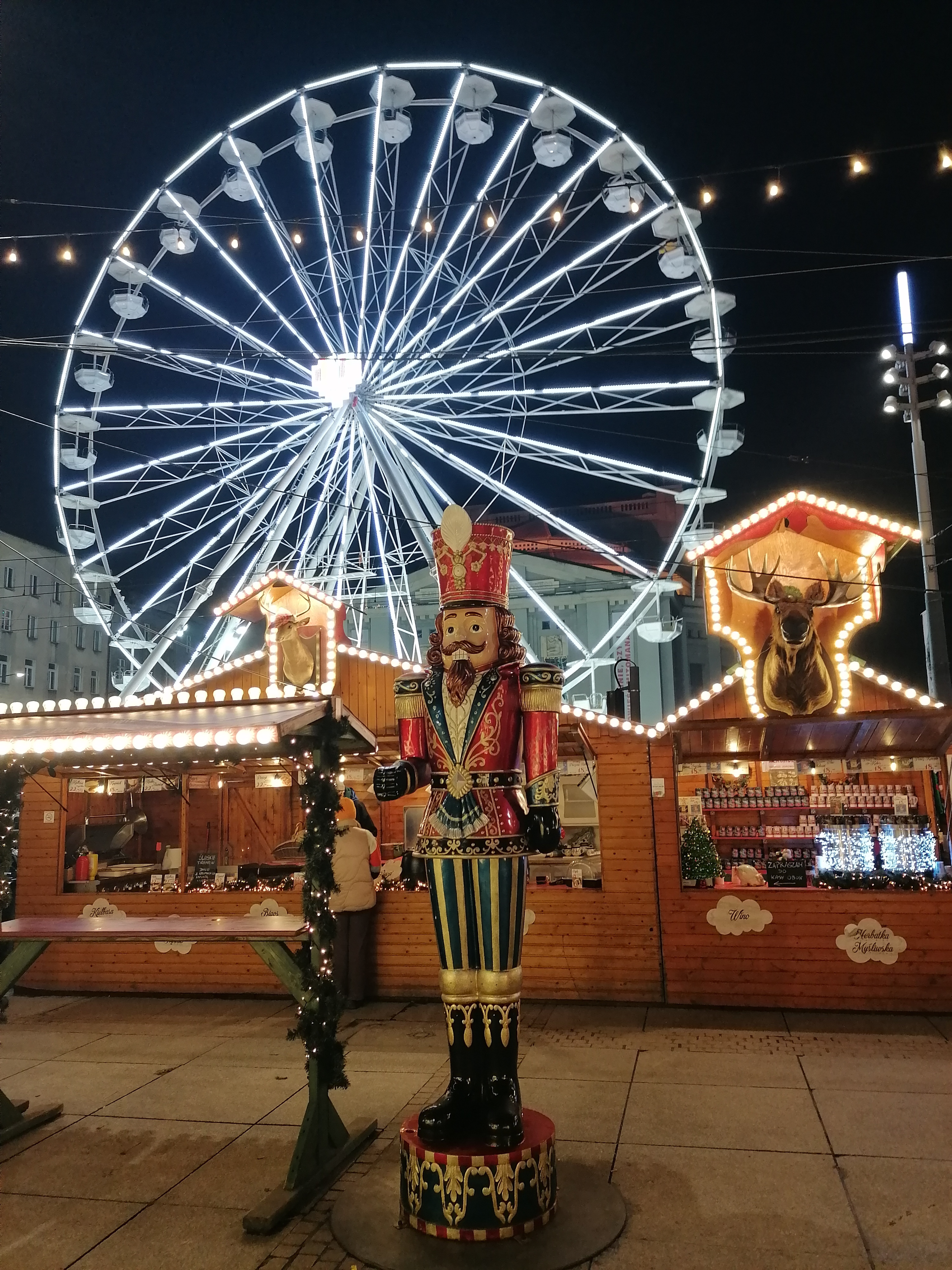
Kerstmarkt in Katowice, 2023
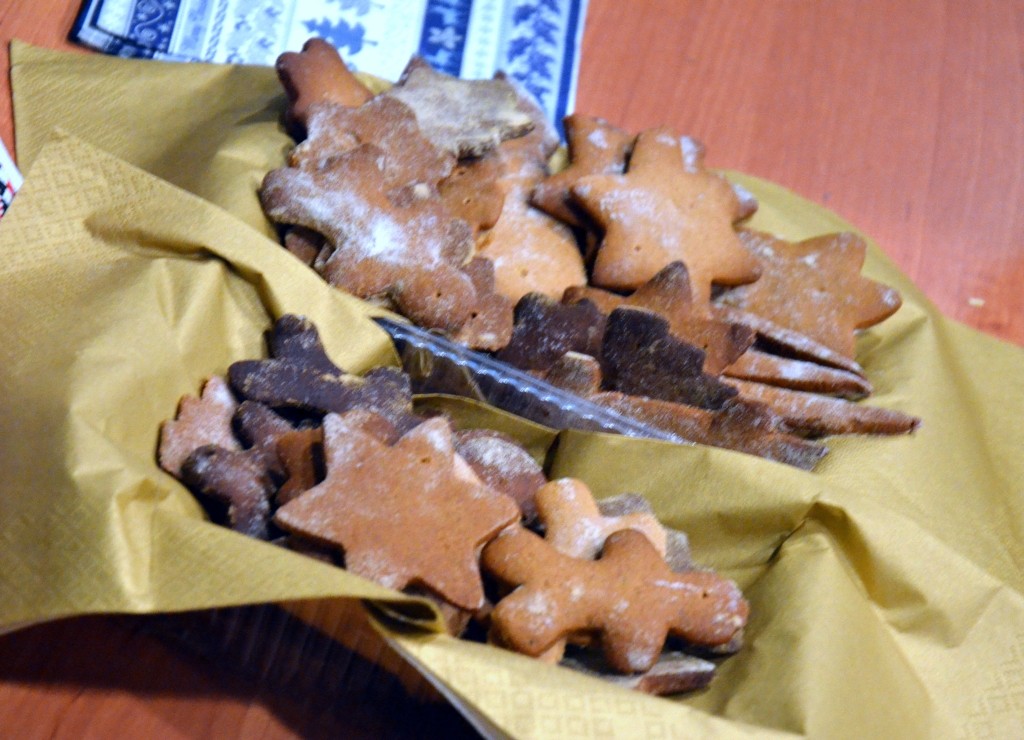
Orthodoxe kerst in Polen
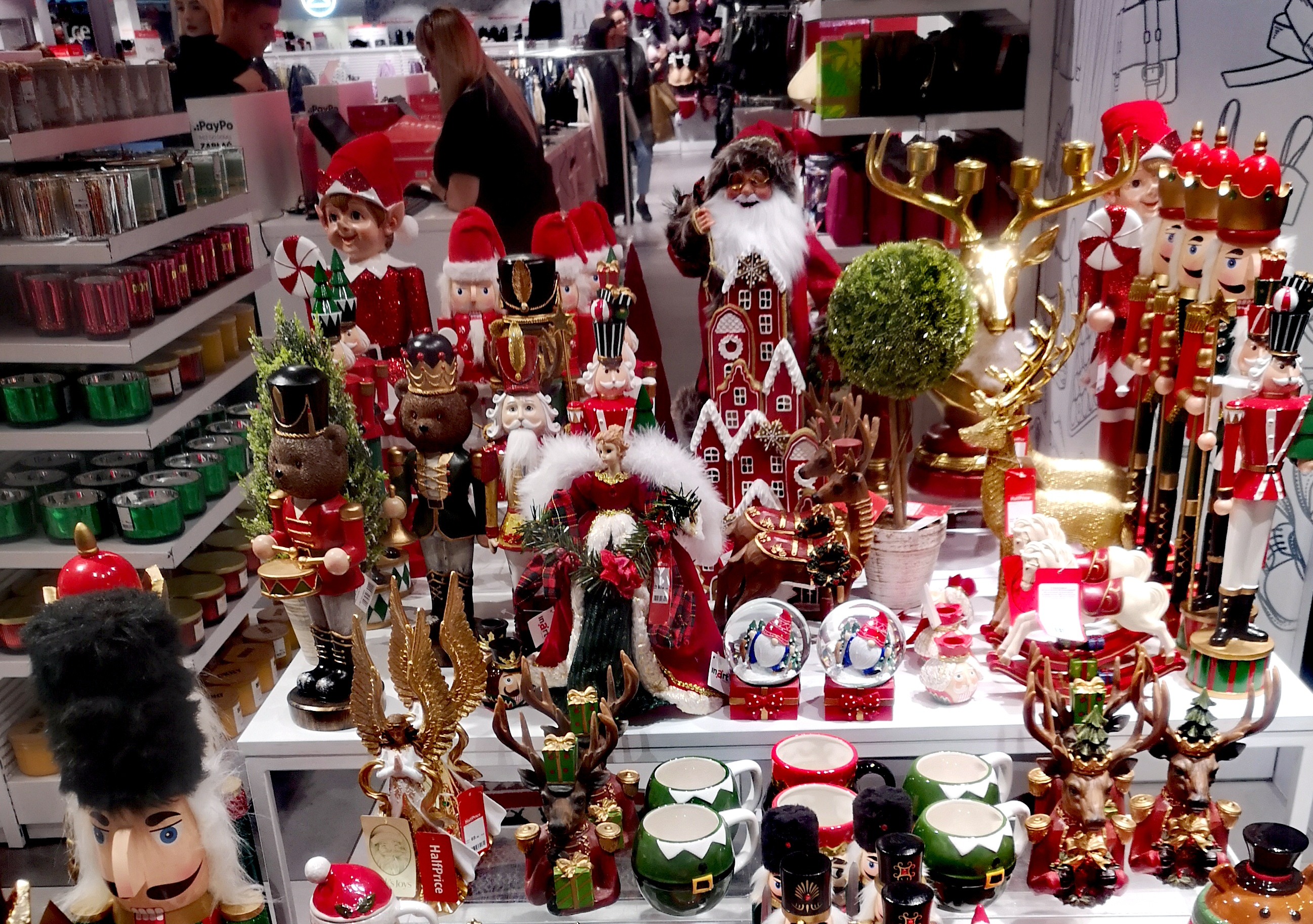
Kerstversiering in Polen, 2023
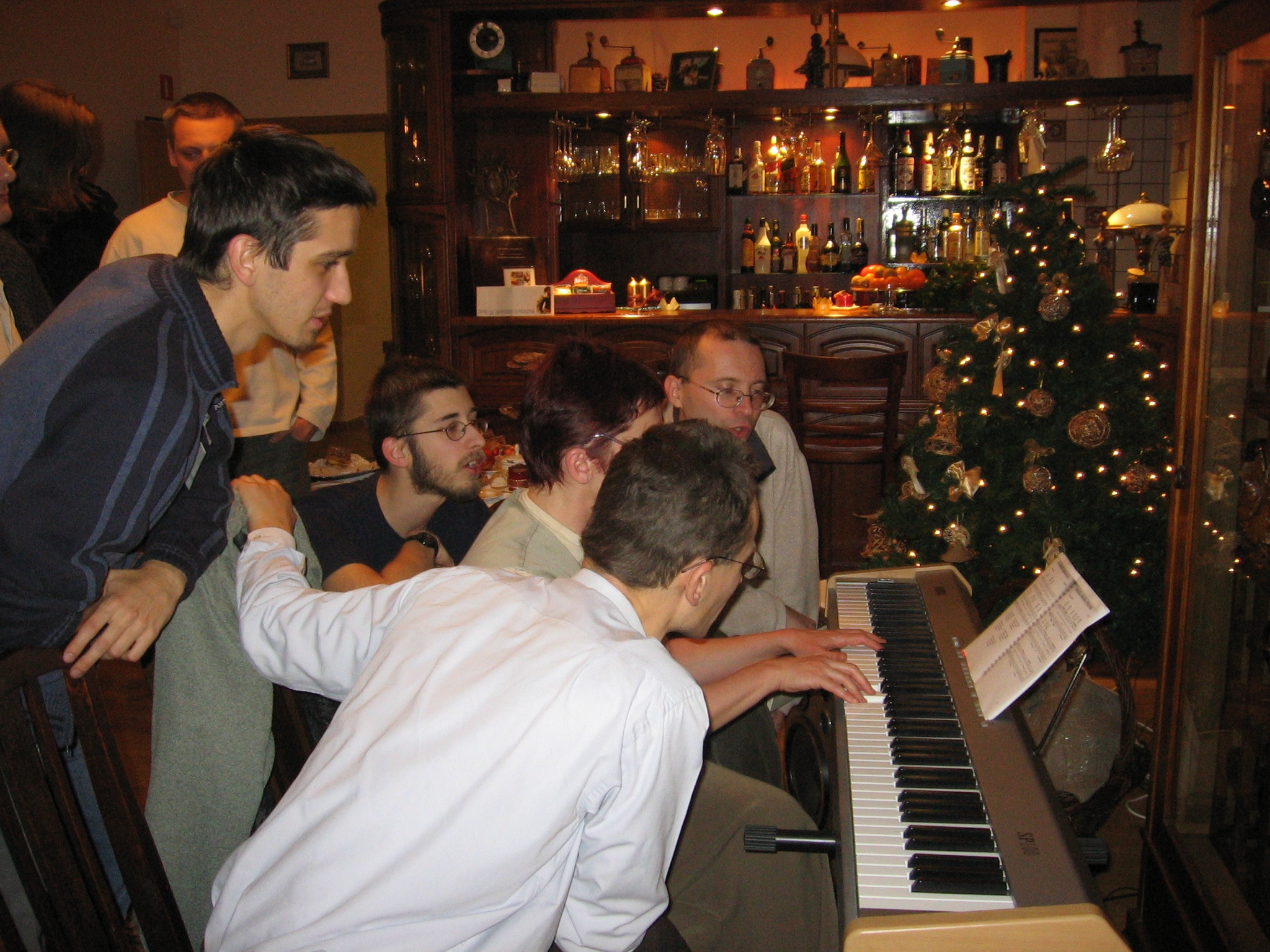
Het zingen van kerstliederen (“kolędy”)
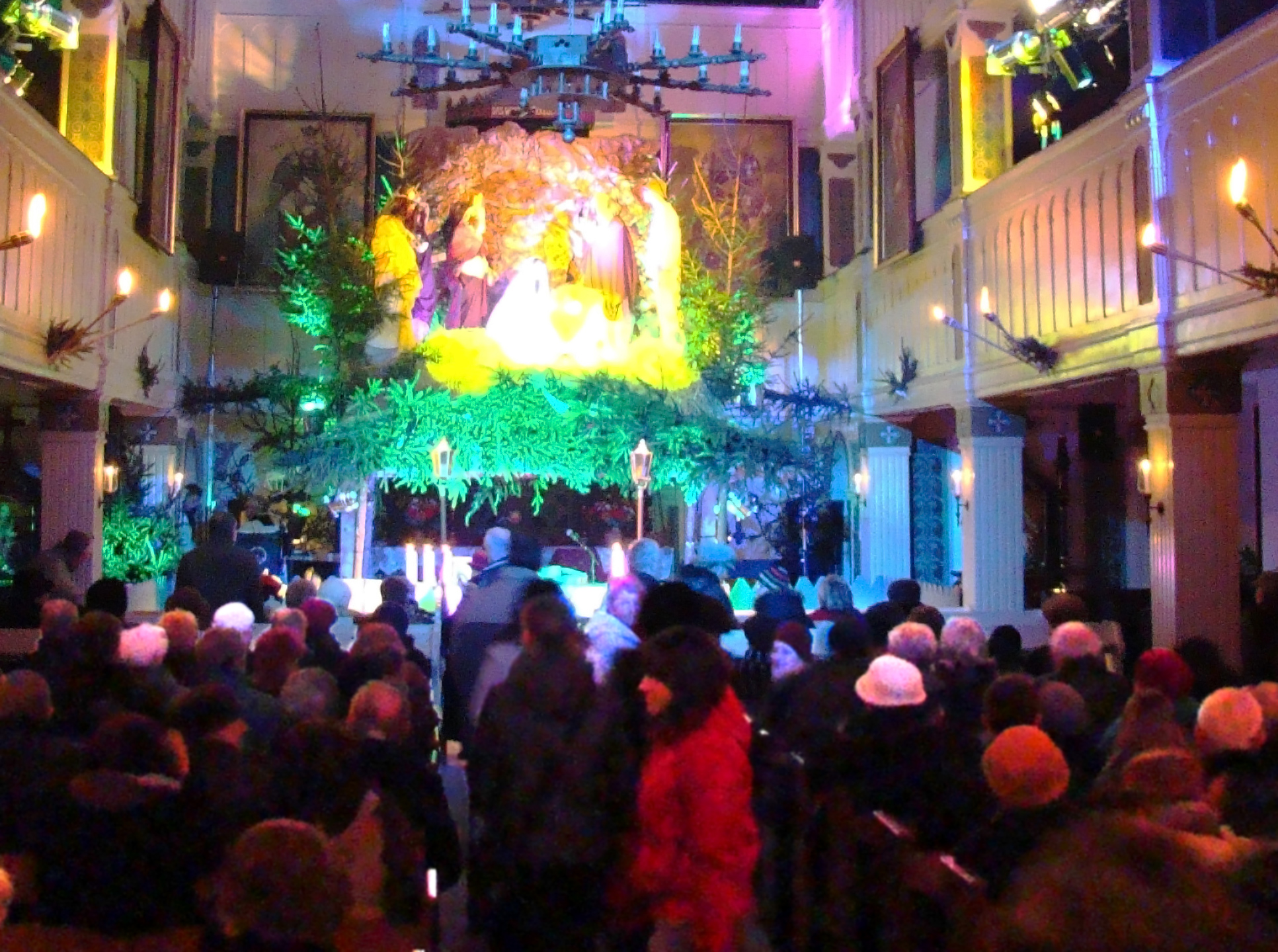
Mensen bezoeken pasterka, de nachtmis
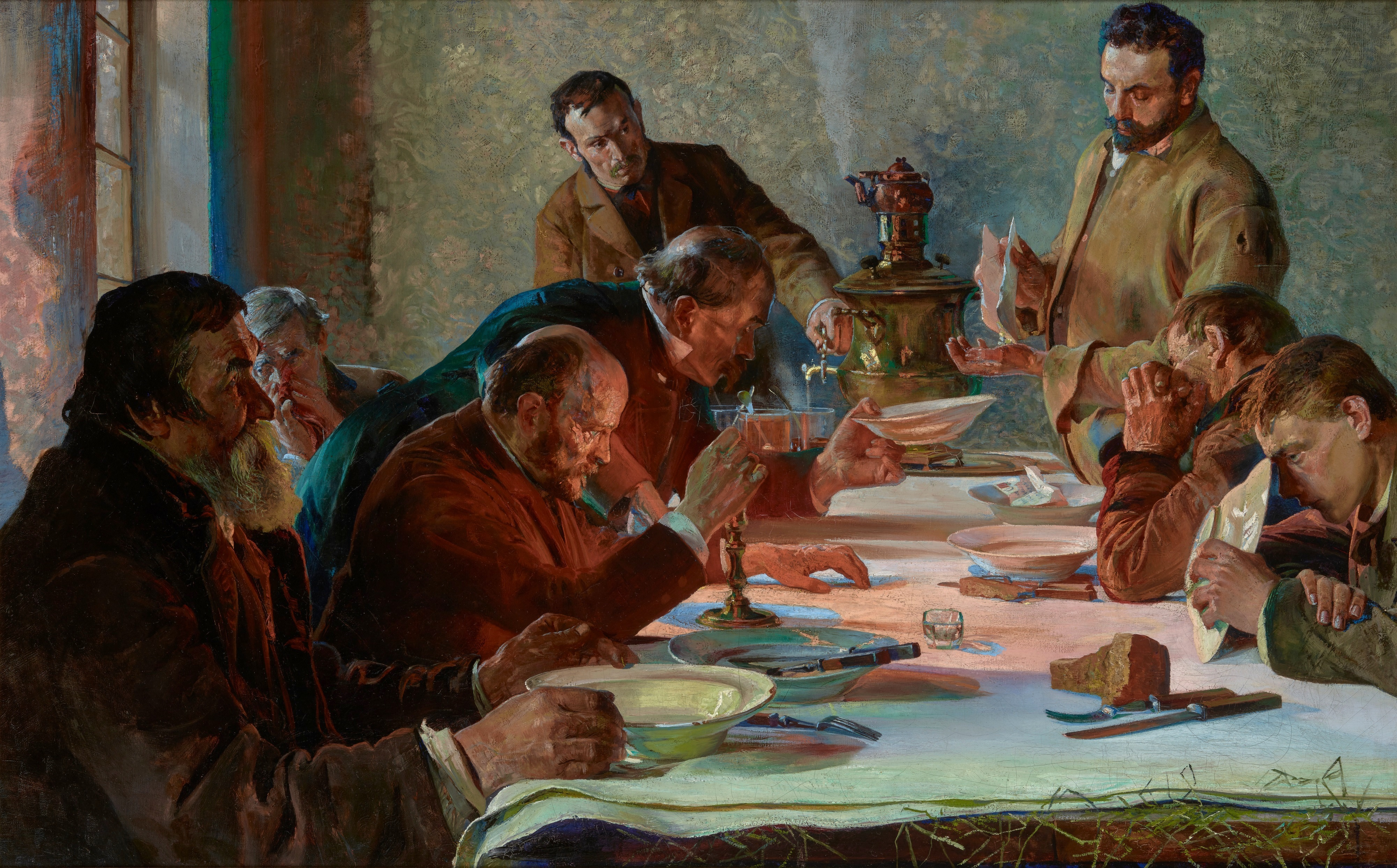
Wigilia in Siberië, Jacek Malczewski, 1892, Nationaal Museum in Kraków
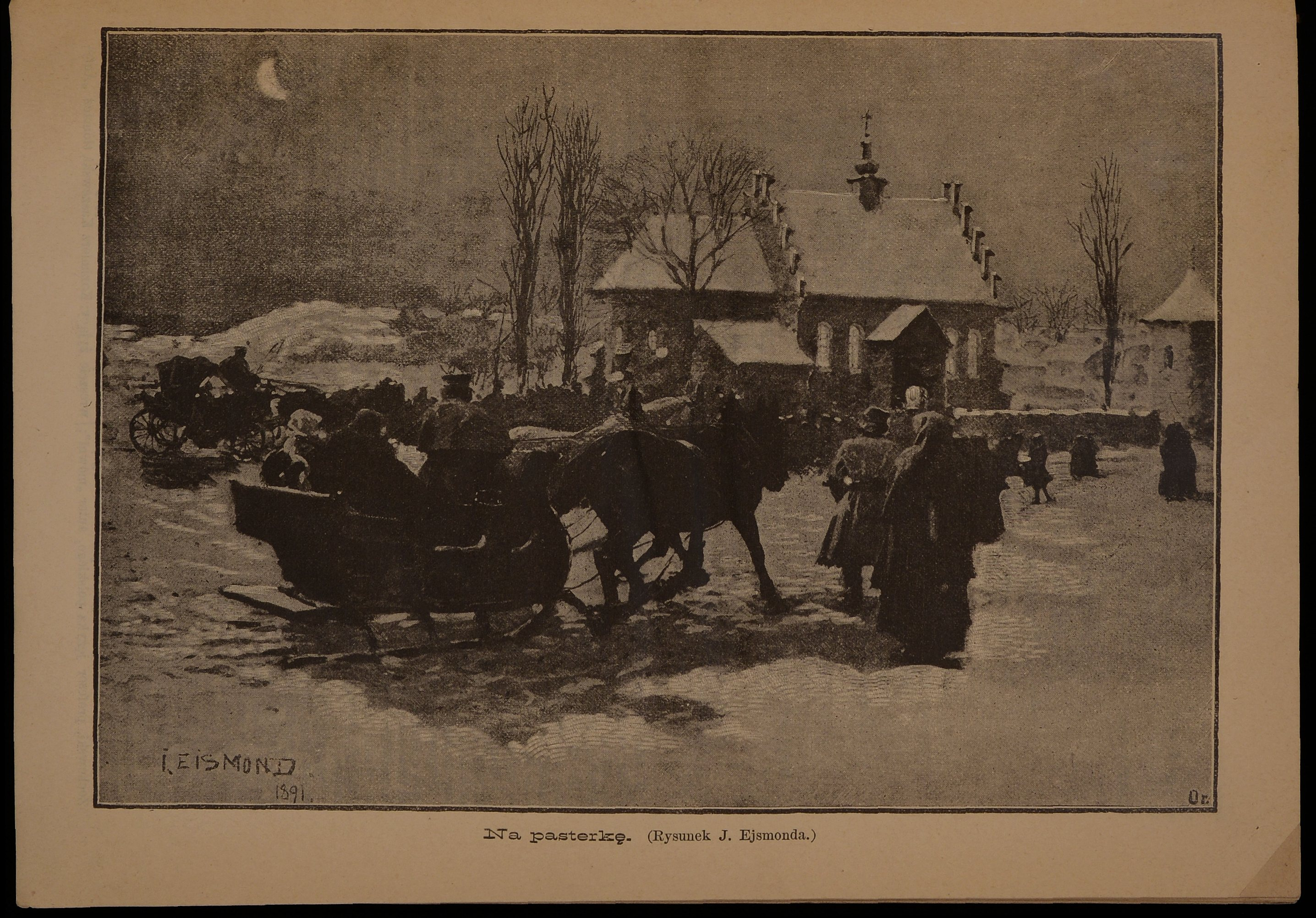
Gwiazdka, 1891, Nationale Bibliotheek van Polen
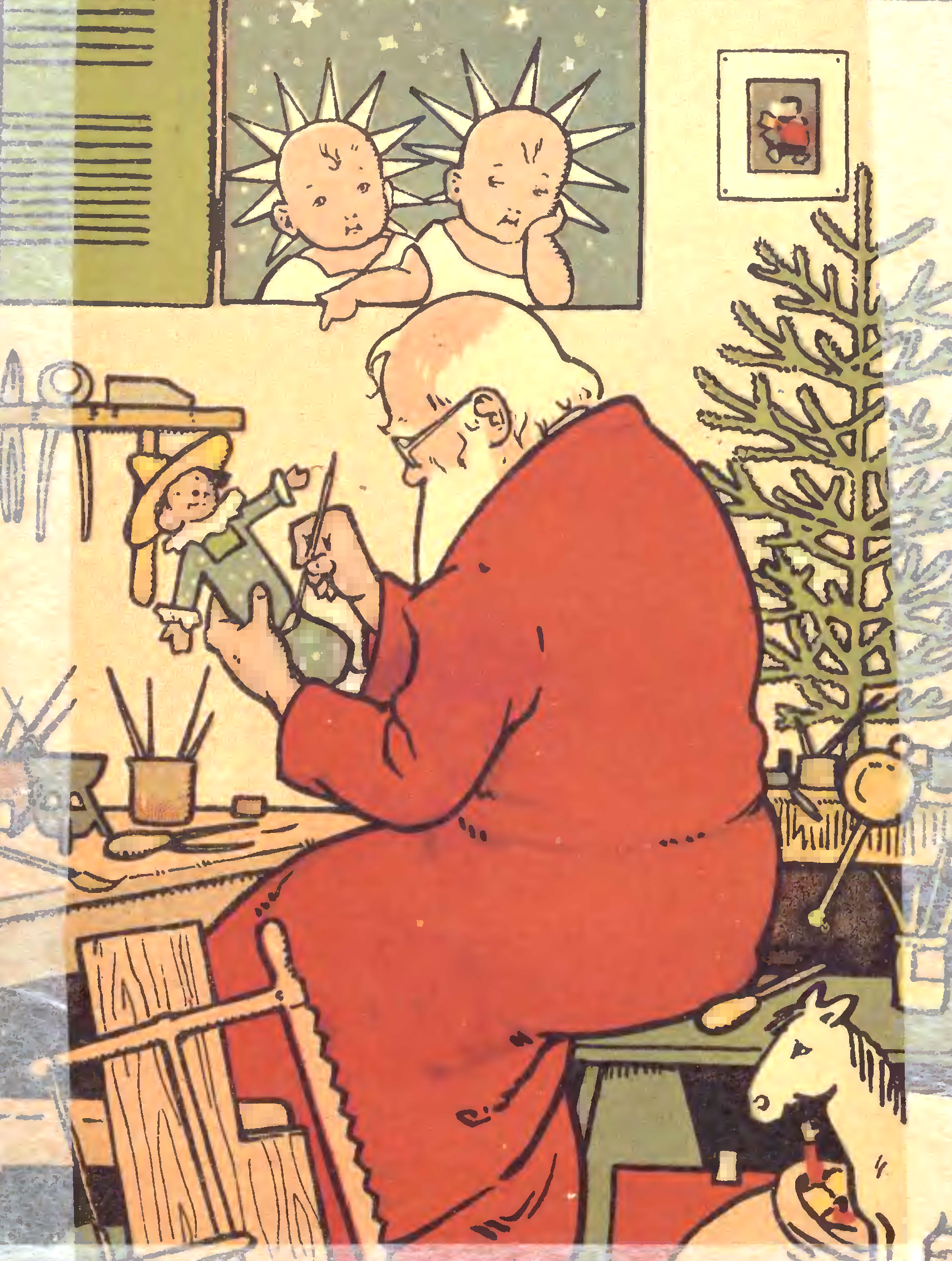
Święty Mikołaj, 1925
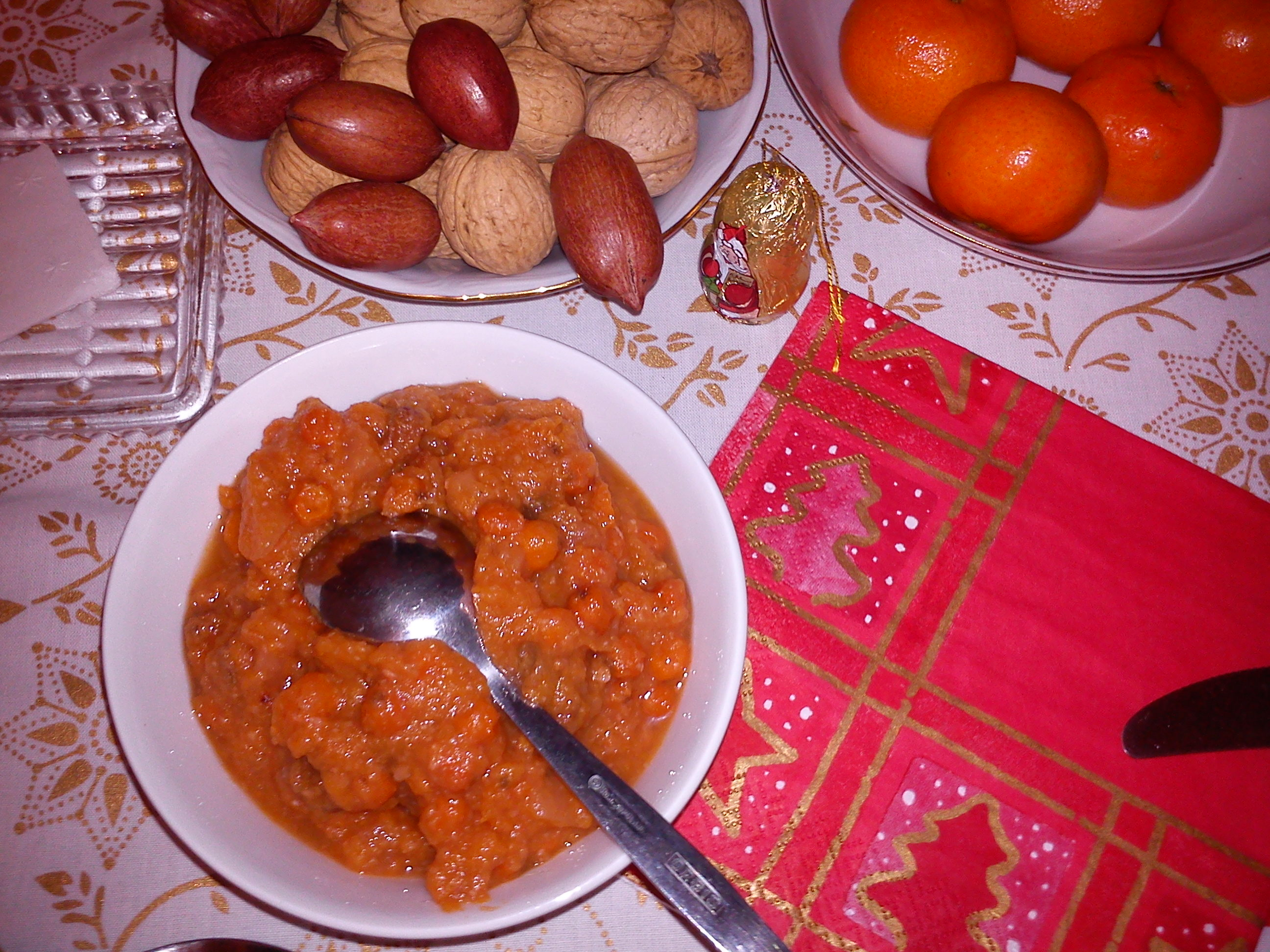
Jam van lijsterbes als aanvulling op vlees tijdens het kerstsdiner
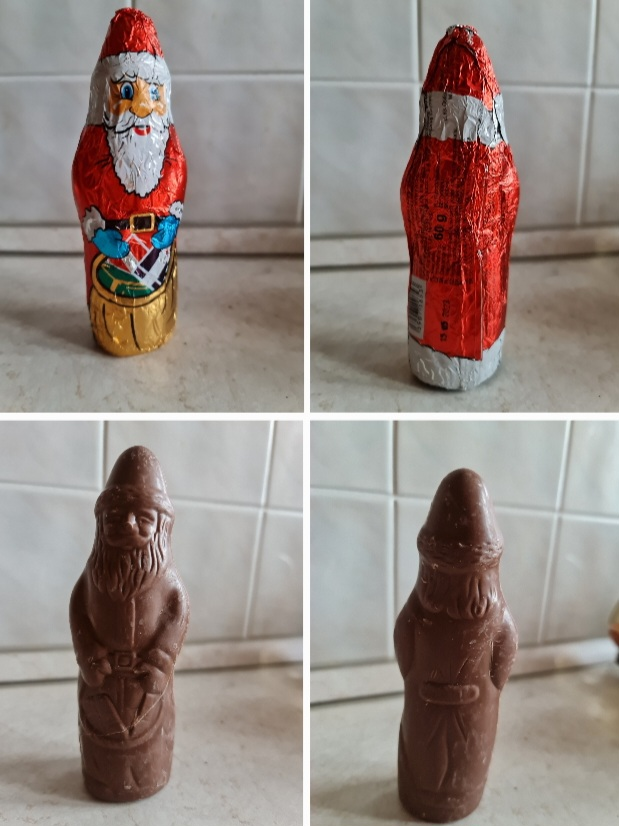
Kerstman van chocolade
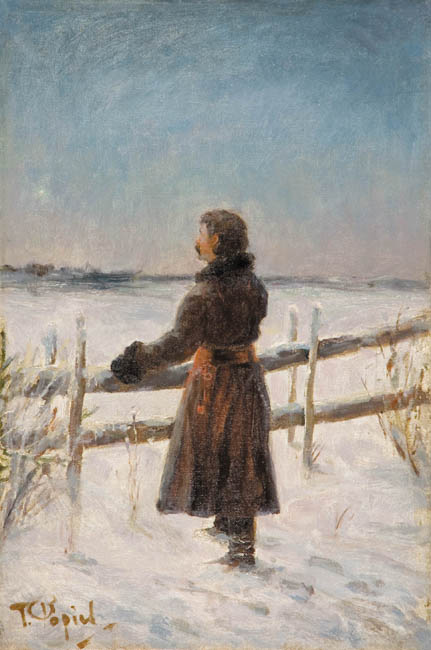
De eerste ster
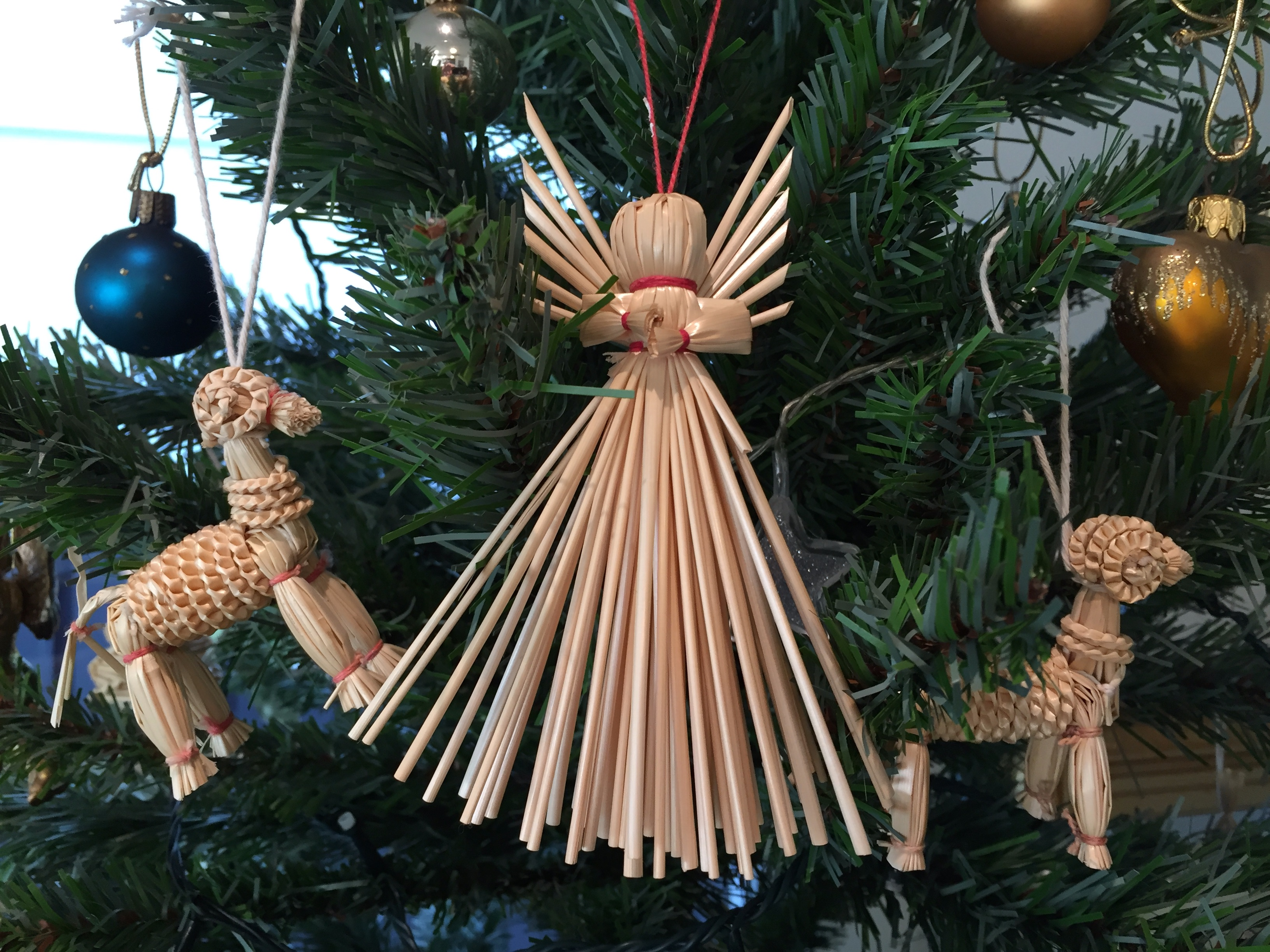
Poolse kerstversiering van stro voor in de kerstboom
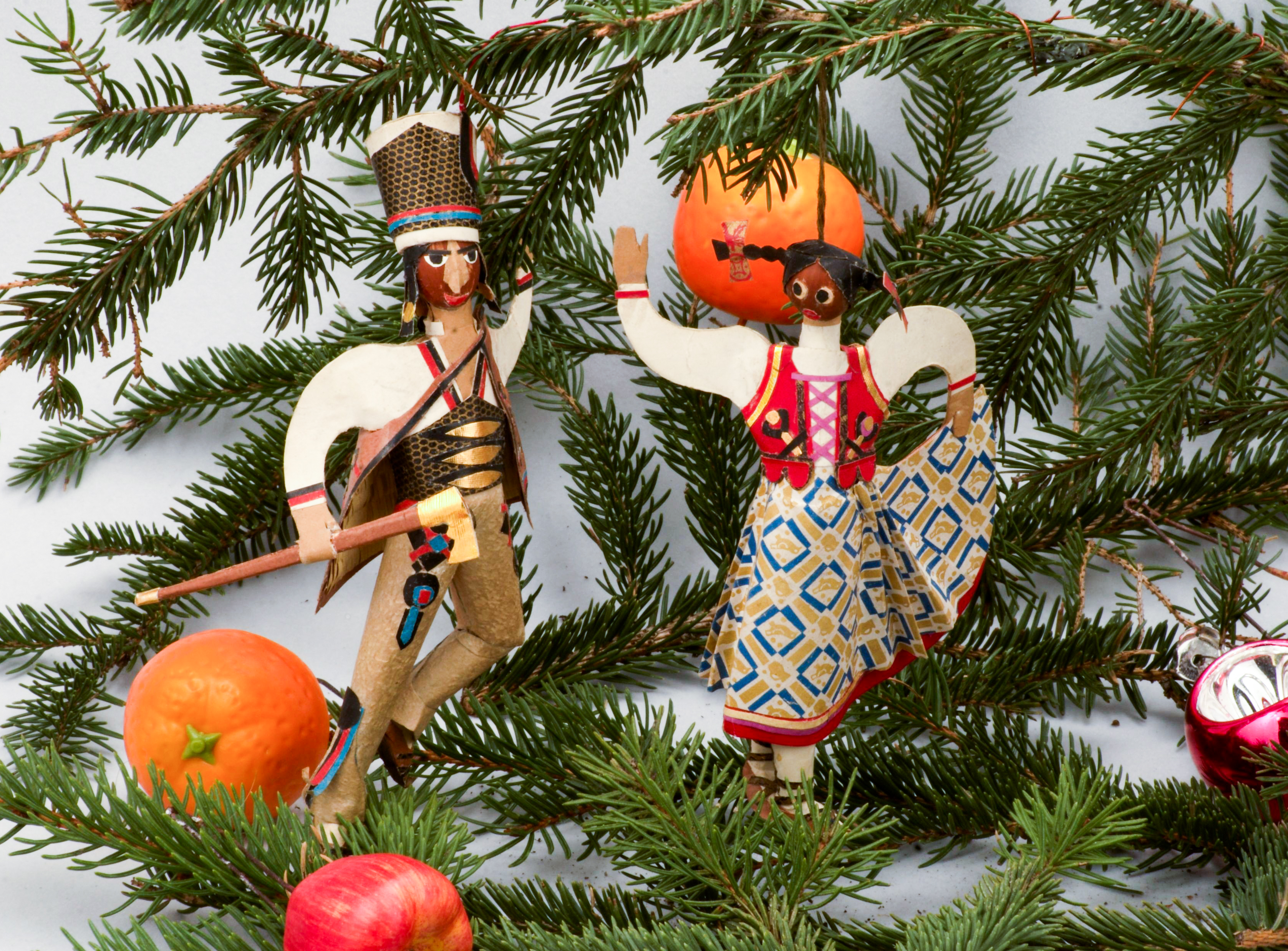
Juraj Jánošík en een Goral
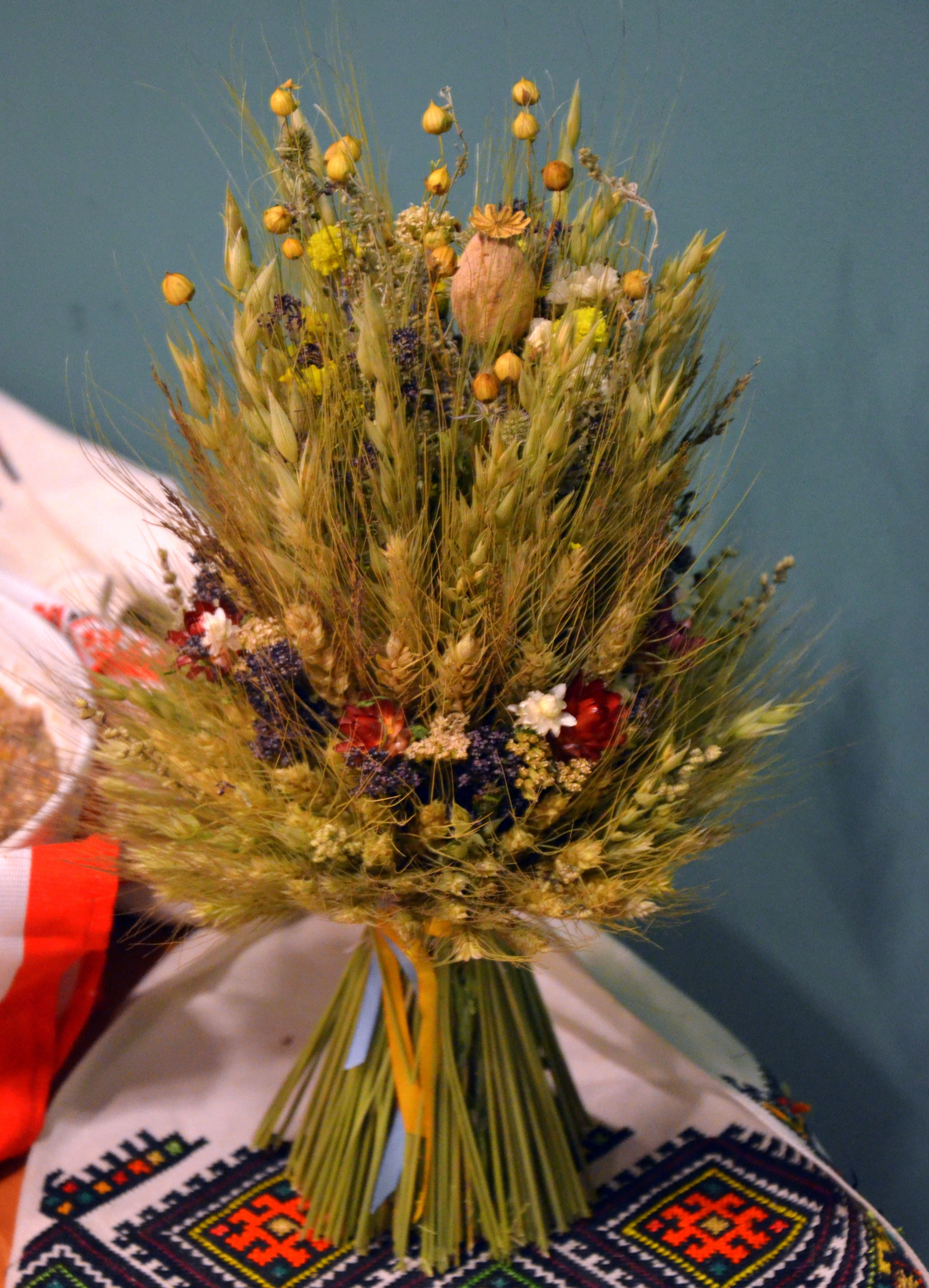
Orthodox kerstfeest in Polen
- De grote zegening van de wateren op de San-rivier tijdens Driekoningen

## Portugal

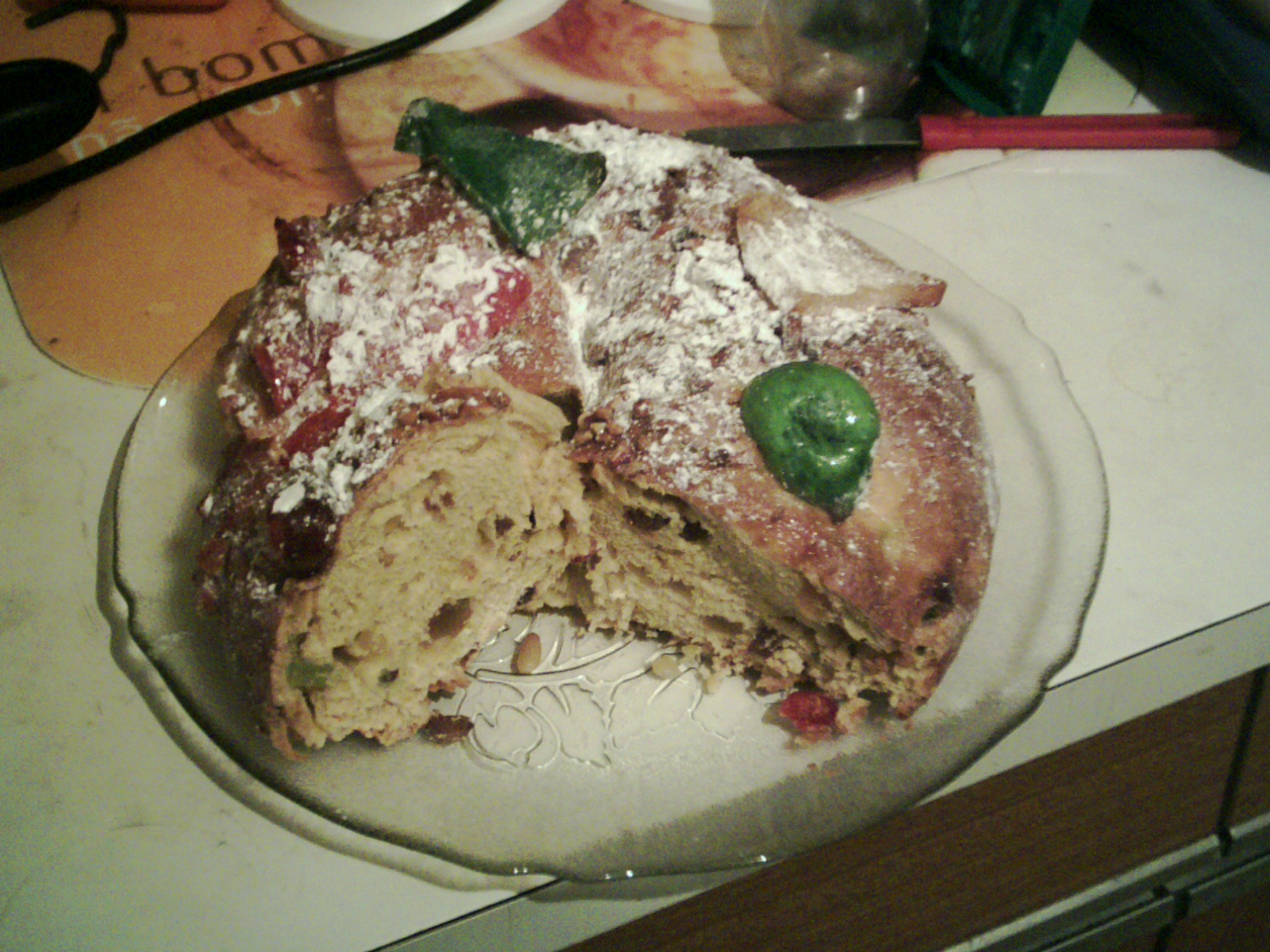
Bol rei is een typische cake die vooral wordt gegeten op de Magis-dag of "Dia dos Reis". De Dia dos Reis, oorspronkelijk heidens, is Driekoningen

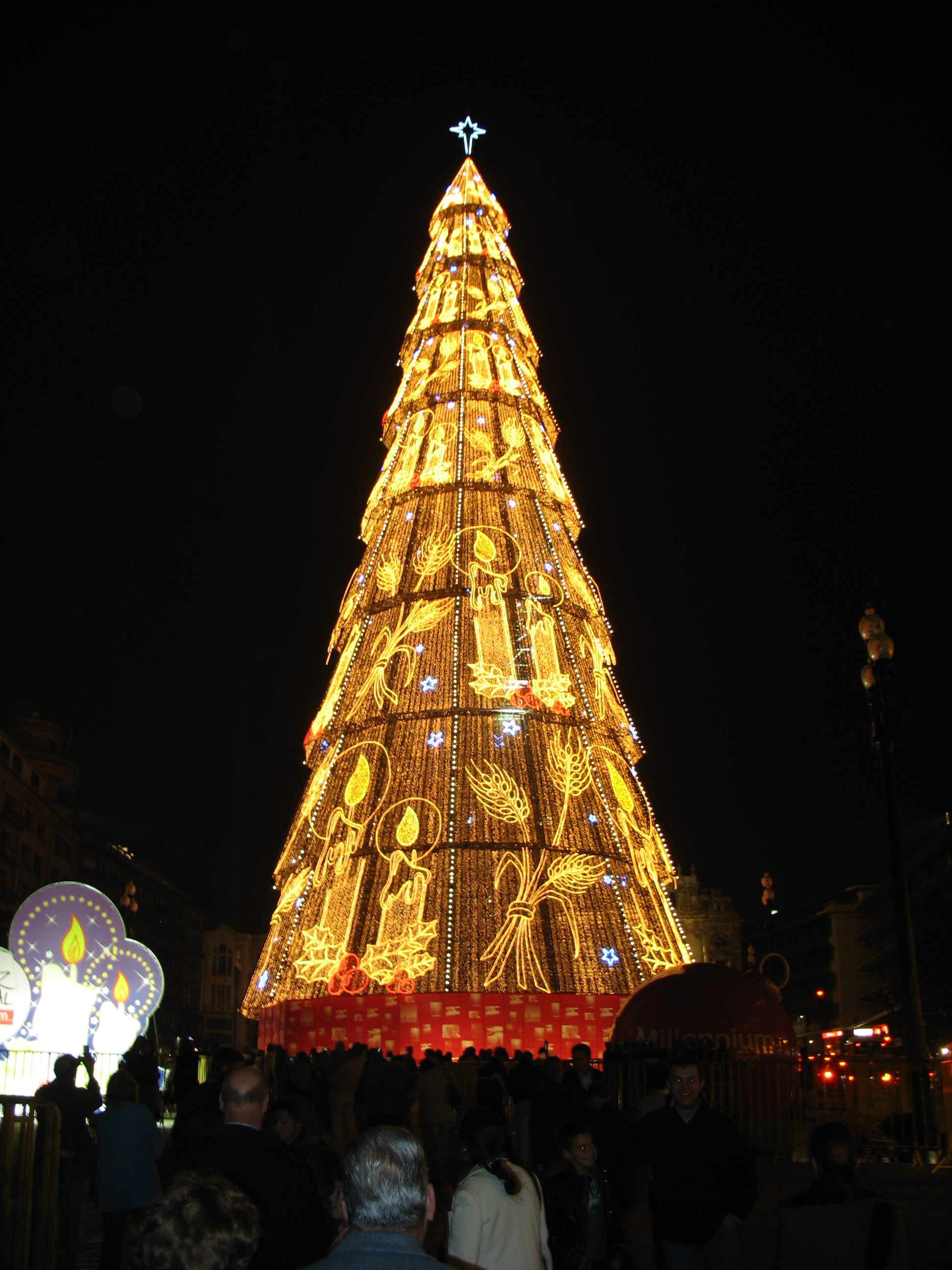
Moderne kerstboom met korenaren en kaarsen

In Portugal is de pastore che caca ('poepend herdertje') bekend, een symbool voor overvloed of vruchtbaarheid en geluk (omdat zijn ontlasting als mest dienstdoet en daarmee een goede oogst in het vooruitzicht stelt).

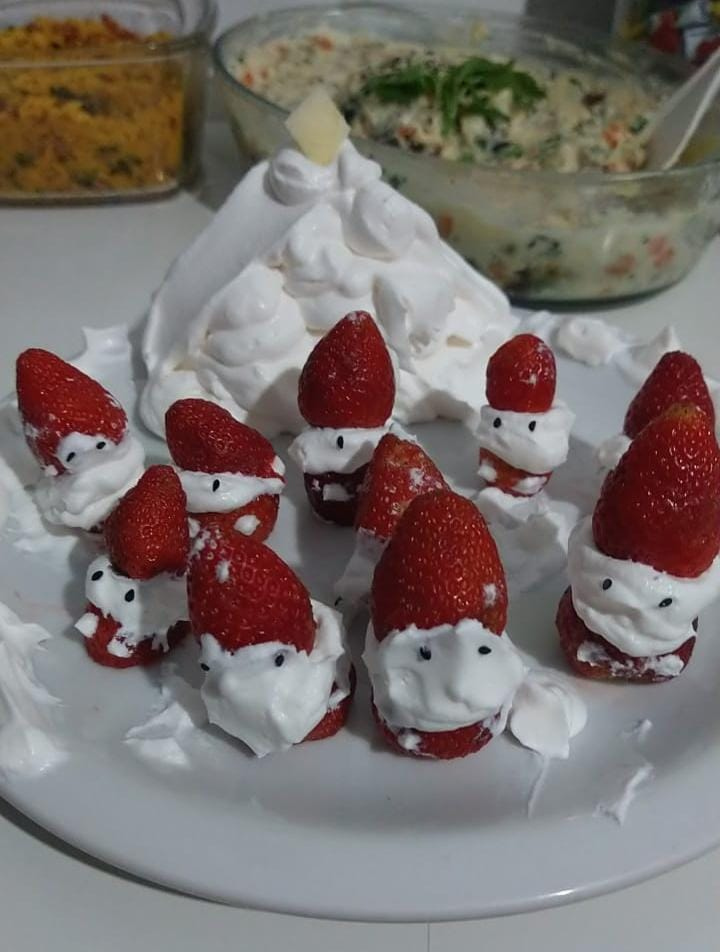
Een kerstdessert in de vorm van de kerstman, gemaakt van schuim en aardbeien
- Kerstparade in Braga
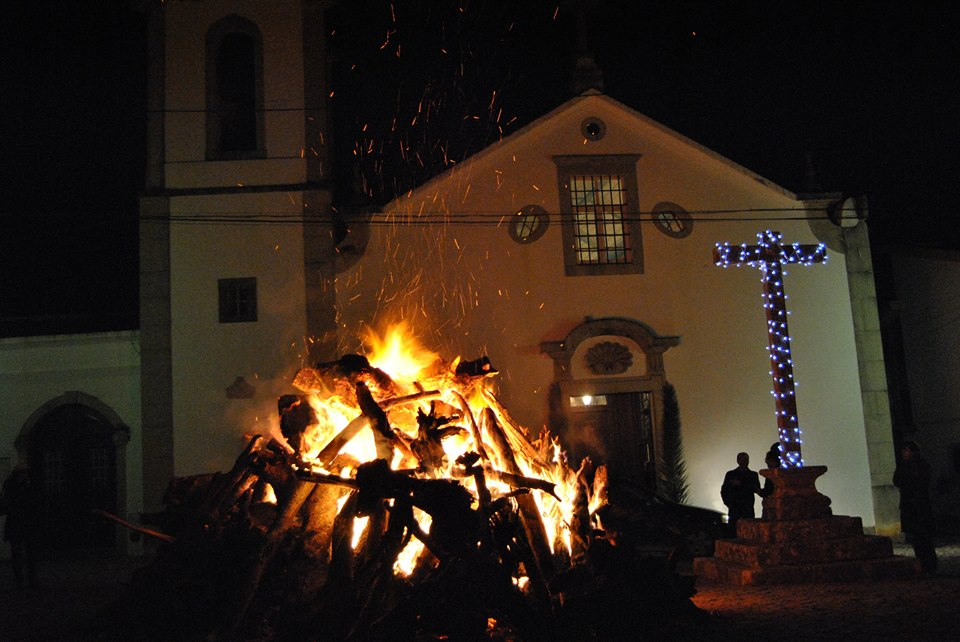
Kerst in het centrum van Carvalhal
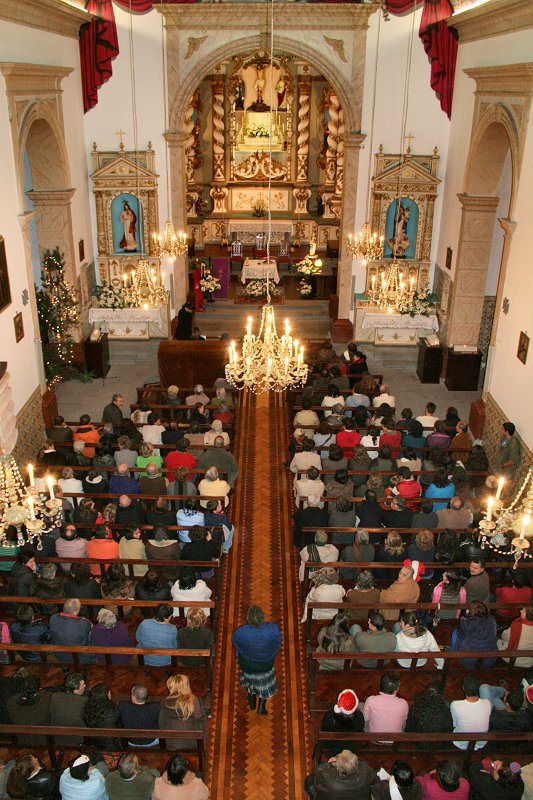
Missa do parto (kerstmis, letterlijk geboortemis)
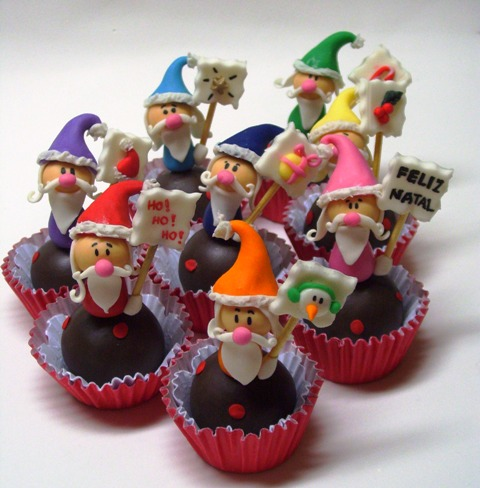
Papai Noel; truffels, chocolade en fondant
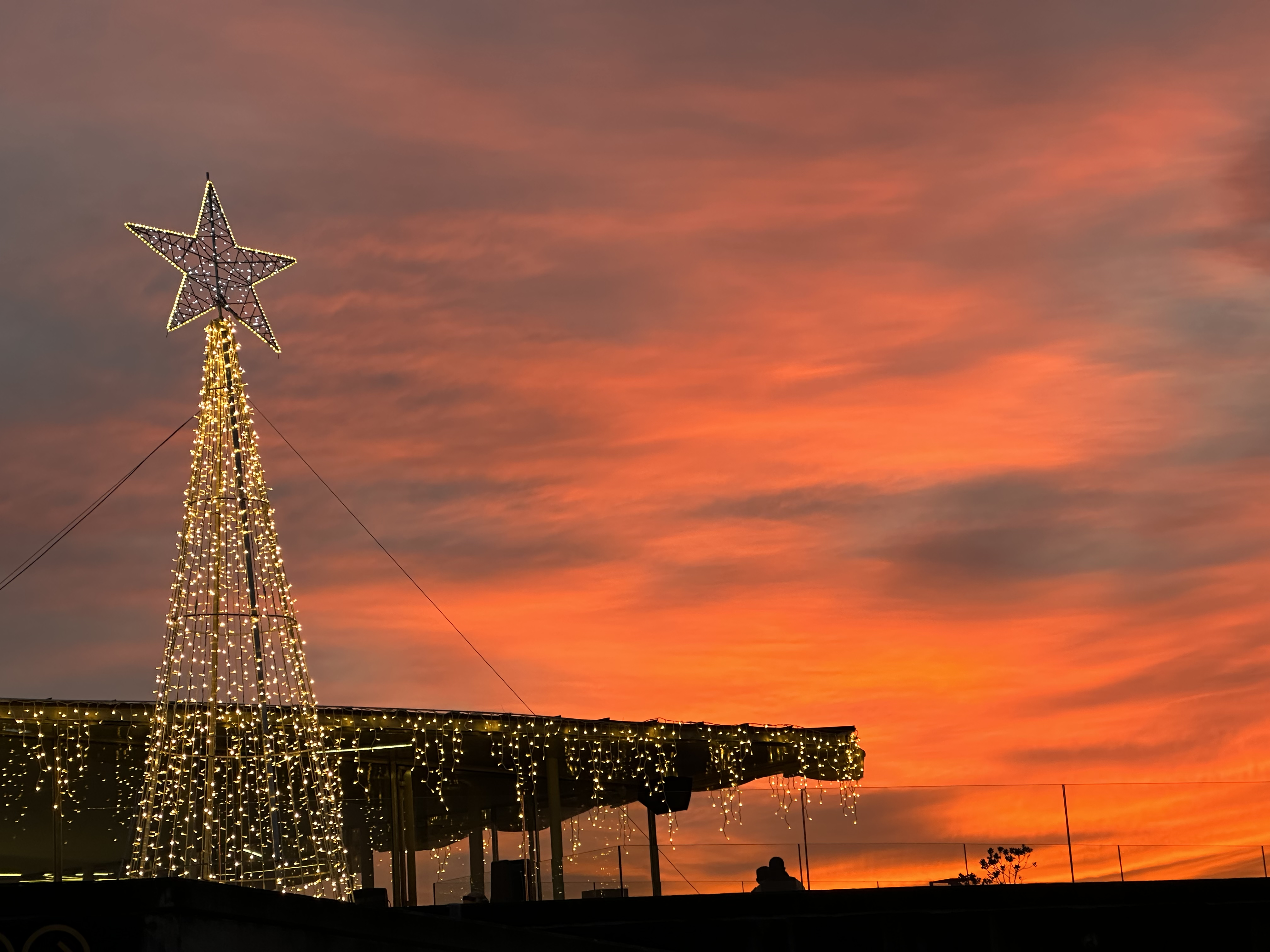
Kerstboom in Porto
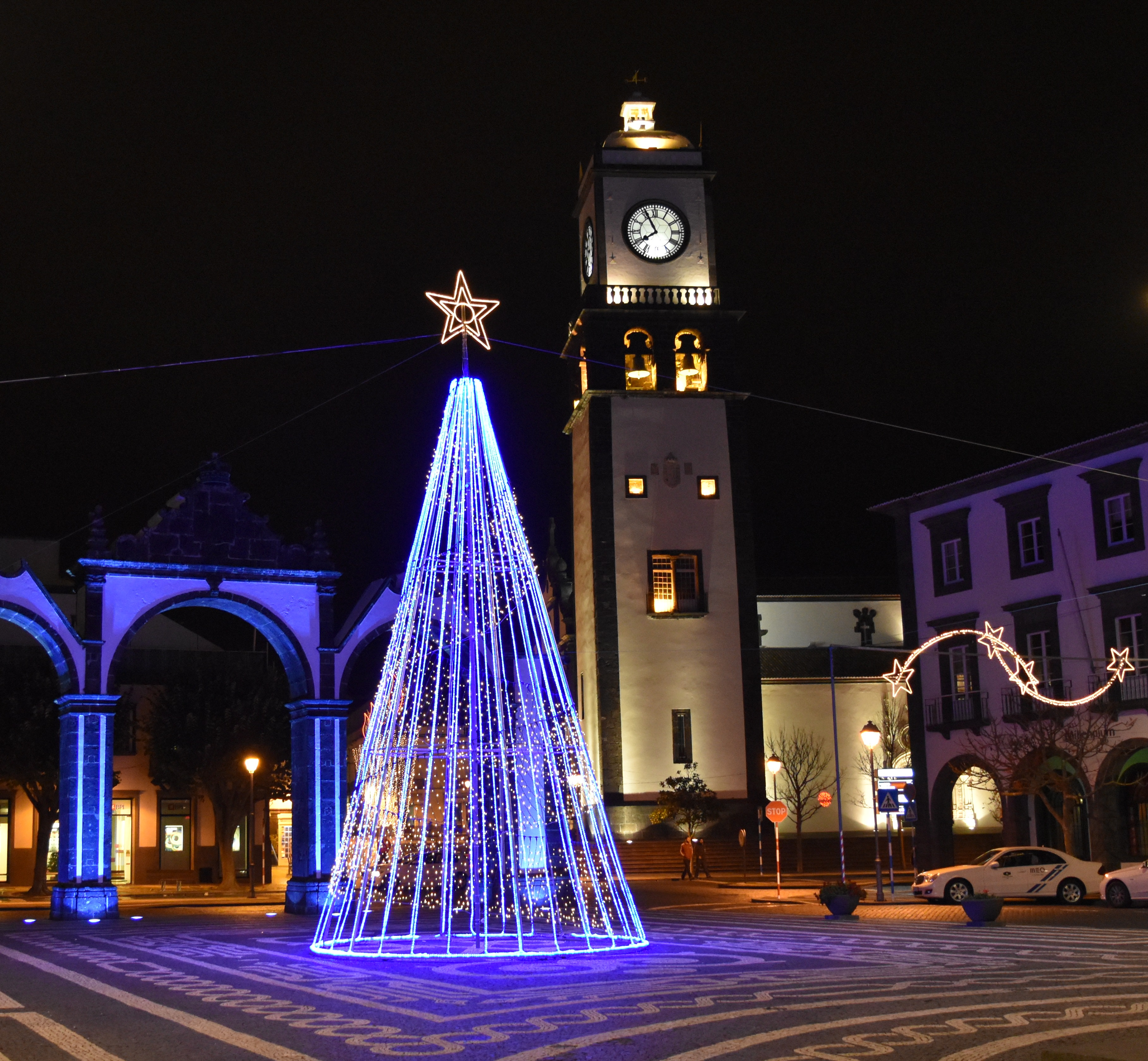
Kerstboom in Ponta Delgada
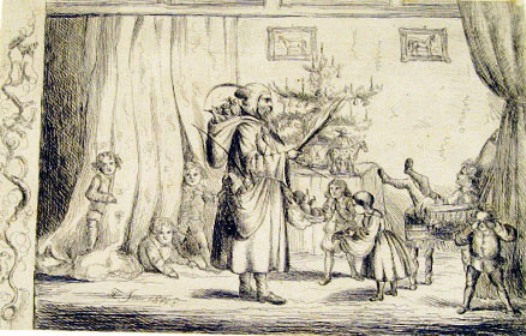
Aankomst van Pai Noel, 1848
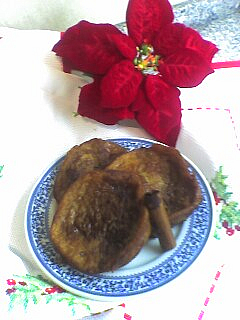
Rabanadas, kerstcake uit Portugal
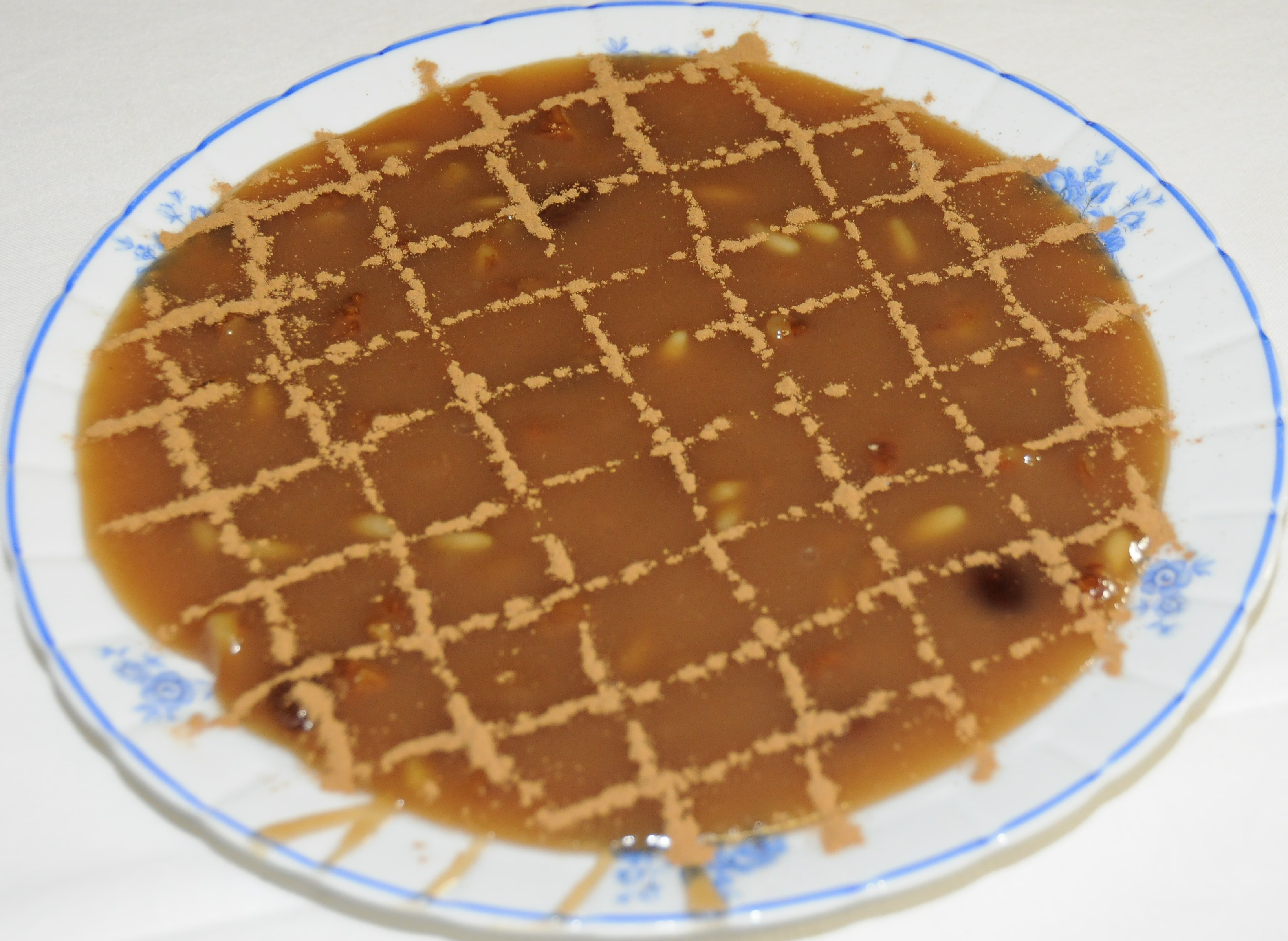
Mexidos of Formigos, een traditioneel Portugees kerstgerecht
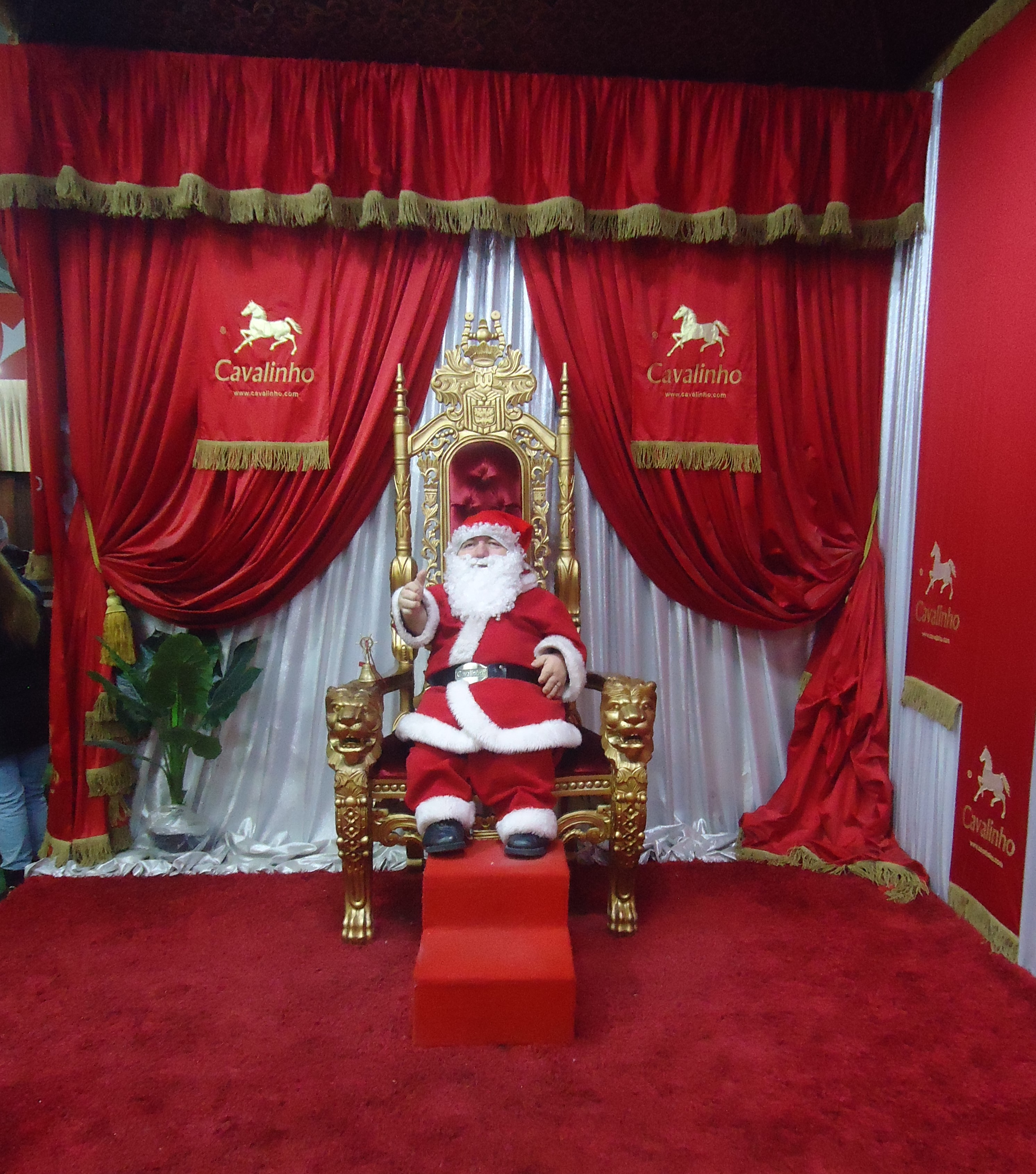
Cai Natal, 2015
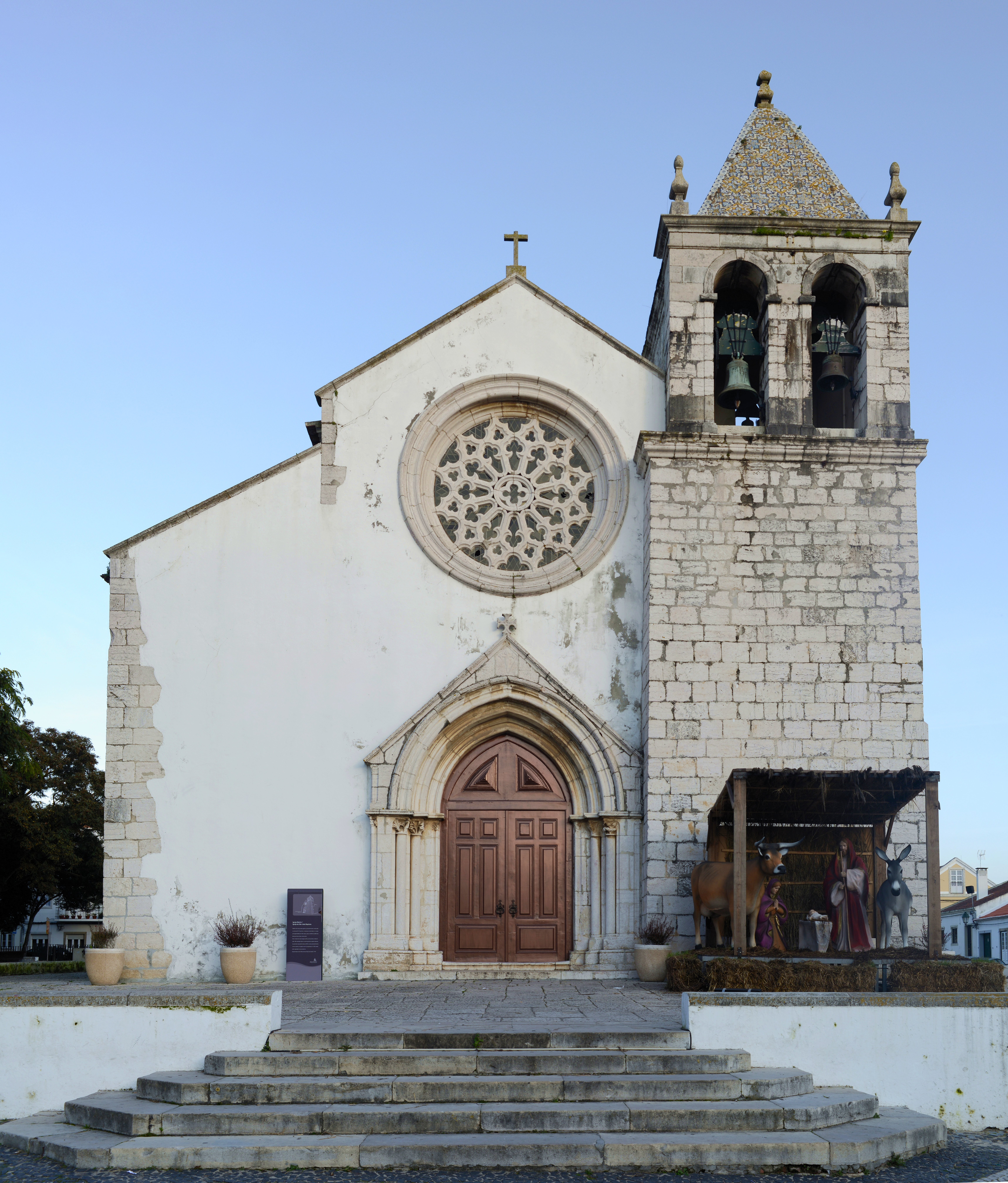
Kerststal buiten de kerk van Alcochete
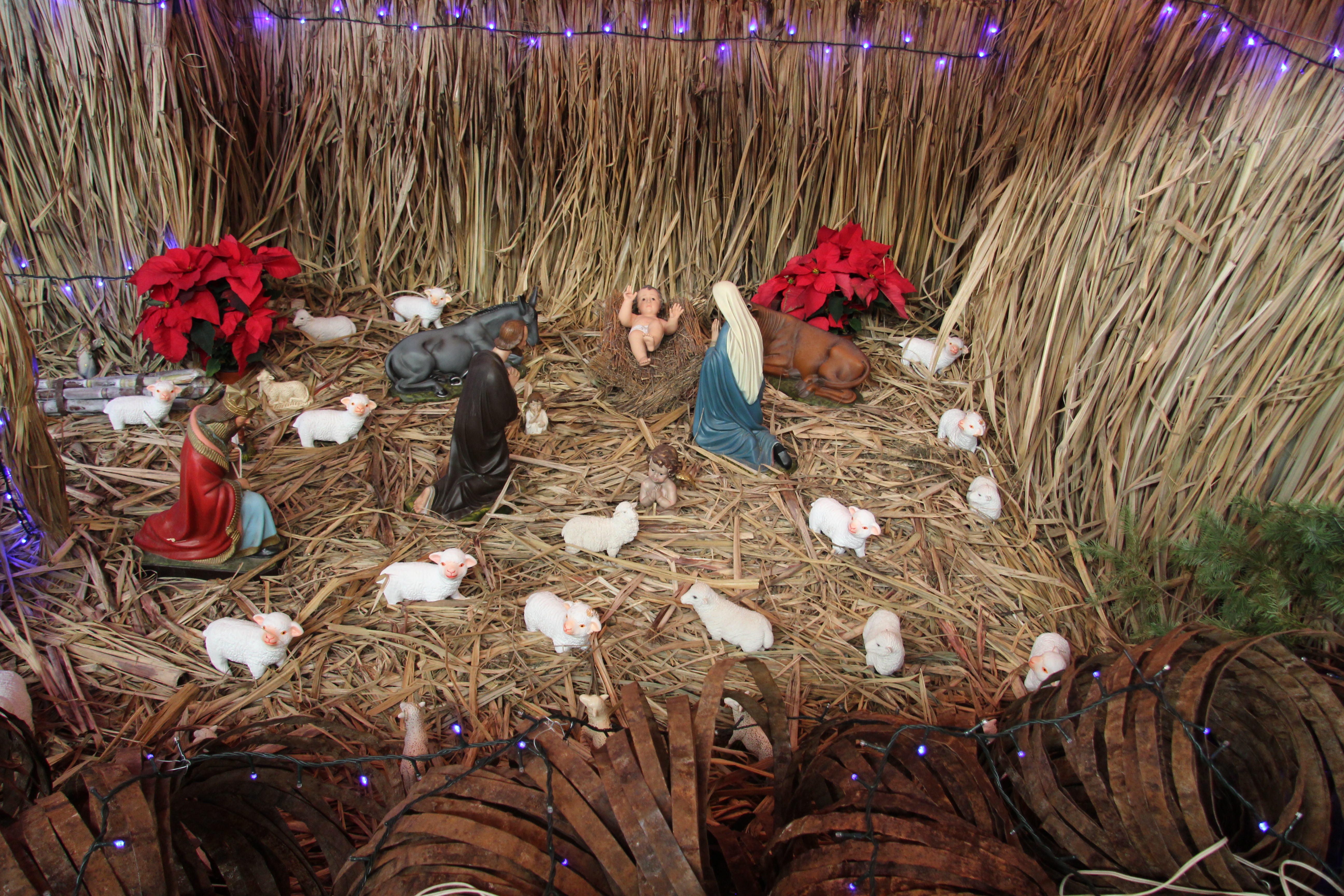
Kerststal op Madeira

## Puerte Rico

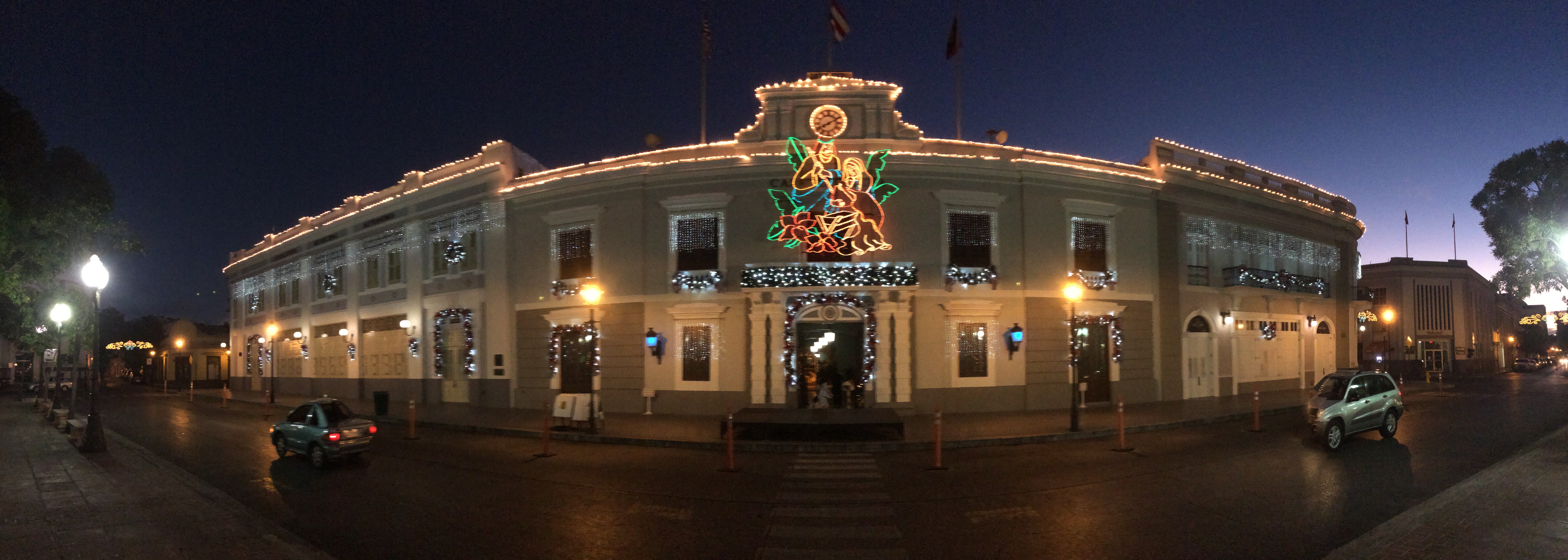
Kerstversiering in Ponce

Op het Amerikaanse grondgebied van Puerto Rico bestaat het traditionele kerstavonddiner uit arroz con gandules (rijst met duivenerwten), lechón asado (varkensgebraad) of pernil asado (gebraden varkensschouder), morcilla (met rijst gevulde varkensbloedworst), pasteles (deeg op basis van wortelgroenten, met vlees gevulde tamale), guineitos en escabeche (gemarineerde, gesneden groene bananen), Puerto Ricaanse aardappelsalade en coditossalade (Puerto Ricaanse macaronisalade). De traditionele kerstavonddesserts zijn arroz con dulce (kokosrijstpudding), tembleque (kokospudding), flan de queso o coco (kaas- of kokoskaramelvla) , tierrita (chocolademousse), nougat, florecitaskoekjes (kleine meringue koekjes met topping), Deense boterkoekjes, een assortiment gepelde noten en een assortiment harde kerstsnoepjes. De traditionele dranken op kerstavond zijn coquito (kokosnoot-advocaat), Don Q of Bacardi (rum) en Pitorro (maneschijn-rum).

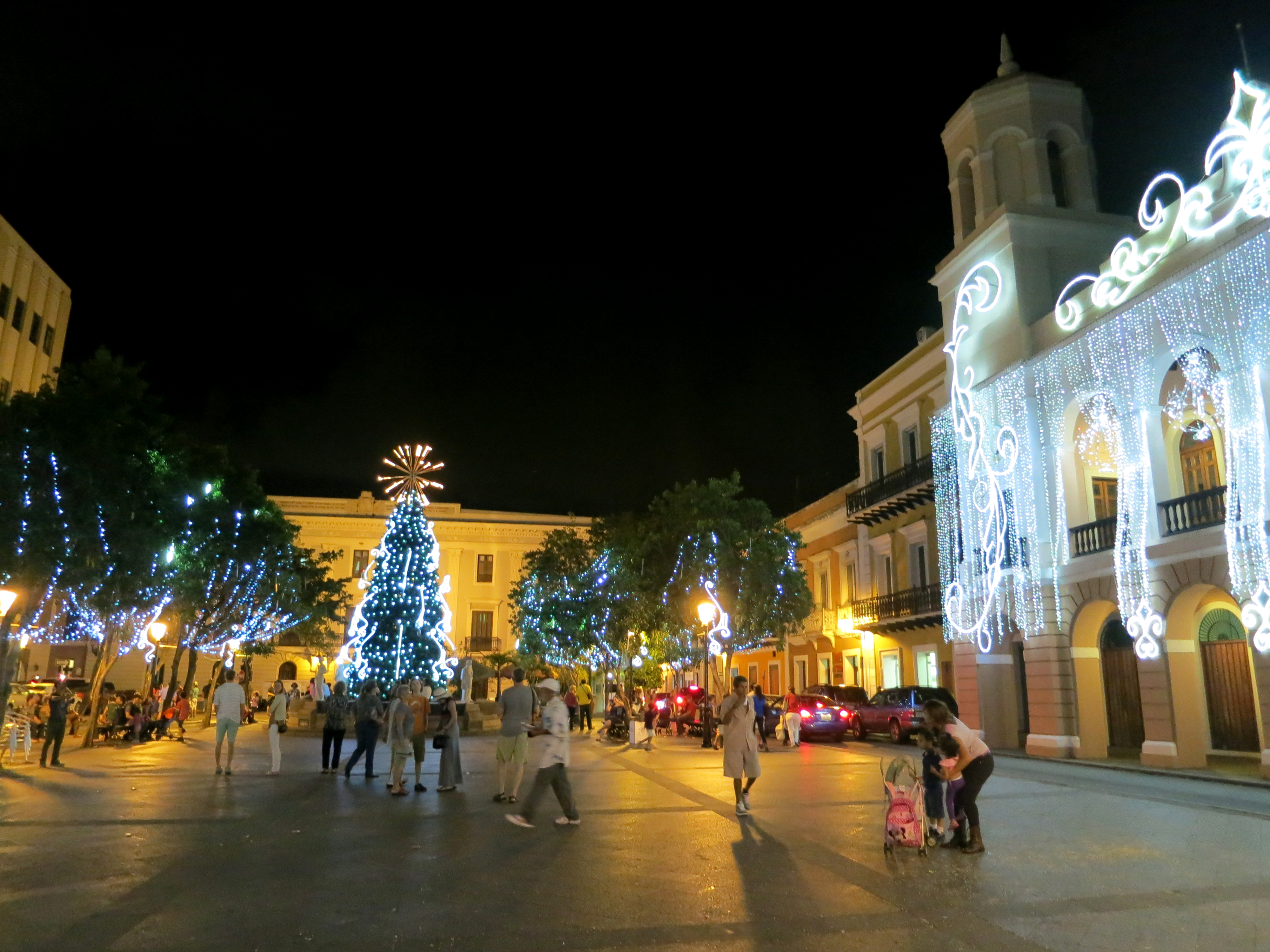
Kerstboom in Puerto Rico

## Roemenië

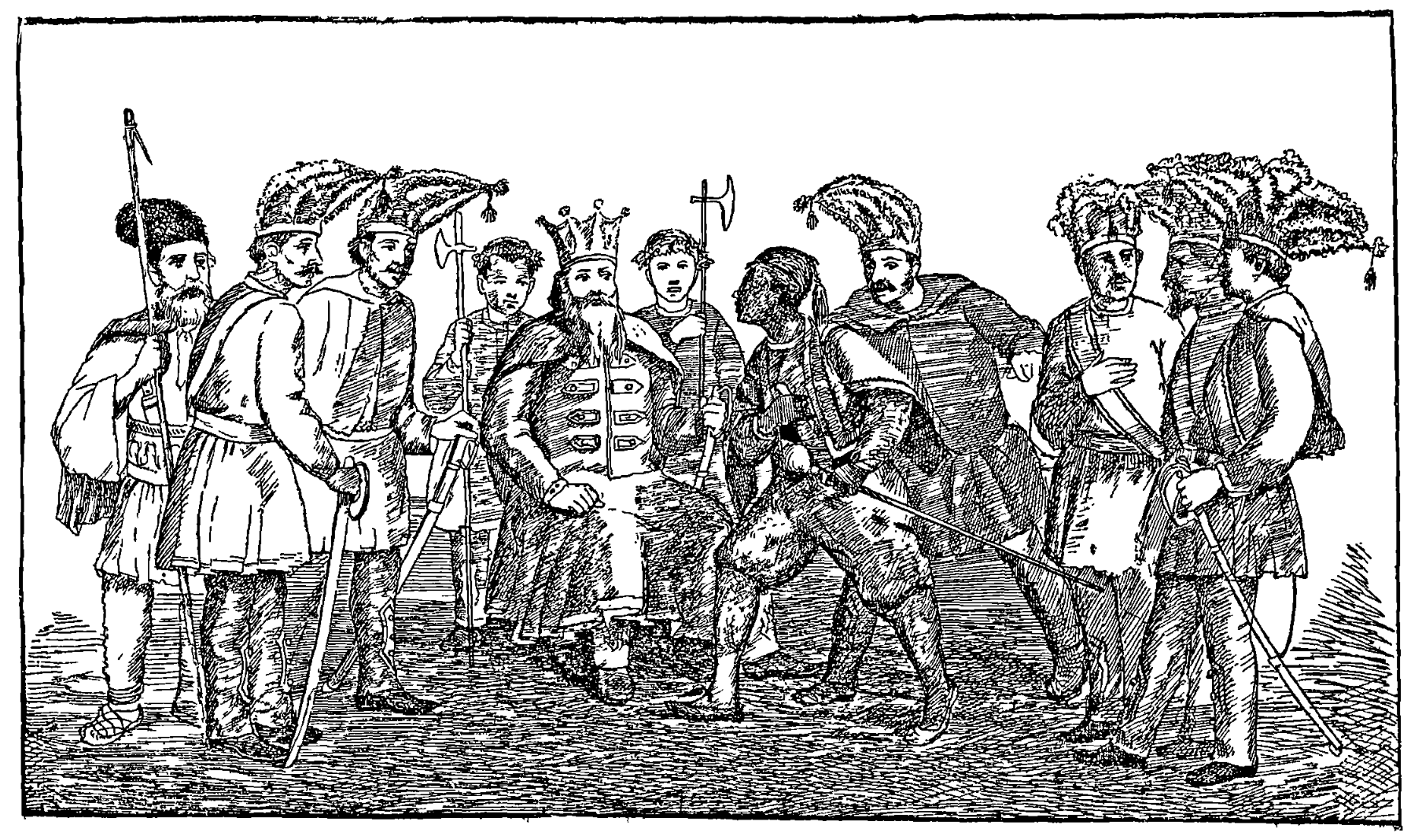
Irozi, het Roemeense kerstspel in 1892 in Iași. Afgebeeld zijn alle elementen van een groep (tacâm): Herodes, twee van de drie wijzen (Caspar en Melchior), en een "zwarte man" (harap), naast twee soldaten en een herder. Dit was een van de laatste shows in zijn soort die ooit in Moldavië werden opgevoerd.

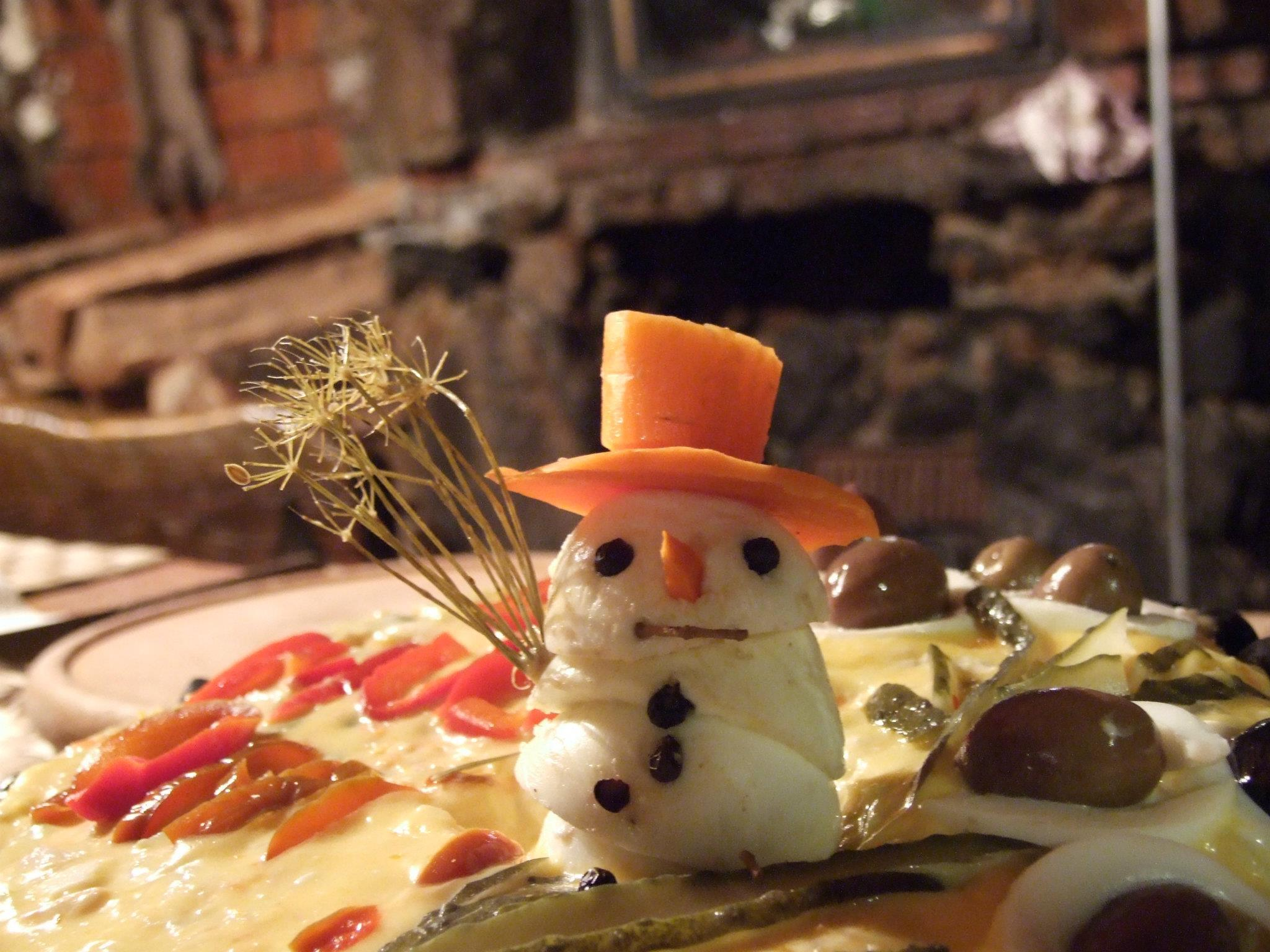
Elk jaar, ter gelegenheid van het nieuwe jaar, wordt Salată Beuf in Roemenië klaargemaakt voor de tafel tussen de jaren door. Deze salade is feestelijk versierd.

Het Roemeense woord moş verwijst naar een oudere mannelijke persoon. De term ger betekent "vorst". Moș Gerilă zou de vertaling zijn van het Russische Ded Moroz en werd door de Roemeense communisten, onder invloed van het Sovjetmodel, overgenomen als nieuwe naam voor Moș Crăciun (Kerstman). In de periode van 1944 tot 1948 probeerden de kranten van de Roemeense Communistische Partij het beeld van Kerstmis te kleineren, waarbij ze bijvoorbeeld de nadruk legden op de landelijke oorsprong van veel kerstliederen (nadales). Uiteindelijk werd in 1948, nadat de communisten in Roemenië de macht hadden overgenomen, de viering van Kerstmis illegaal verklaard. Vanaf dat moment verscheen het woord Crăciun (Kerstmis) niet meer in enig artikel in de officiële krant Scînteia. Het woord Crăciun werd als te religieus beschouwd, en dus werd in de jaren vijftig in plaats van Moș Crăciun (de Roemeense naam voor de Kerstman ) een nieuw personage geïntroduceerd : Mos Gerilă, die de cadeautjes op 30 december bracht. Drie jaar nadat de communisten aan de macht kwamen, werden de kerstvieringen dichter bij nieuwjaarsdag, 30 december, gebracht. Toen Michaël I van Roemenië op 30 december 1947 aftrad, en die dag werd omgedoopt tot Dag van de Republiek werden 25 en 26 december normale werkdagen. Na de Roemeense Revolutie van 1989 verloor Moș Gerilă alle invloed en nam Moș Crăciun het roer weer over.

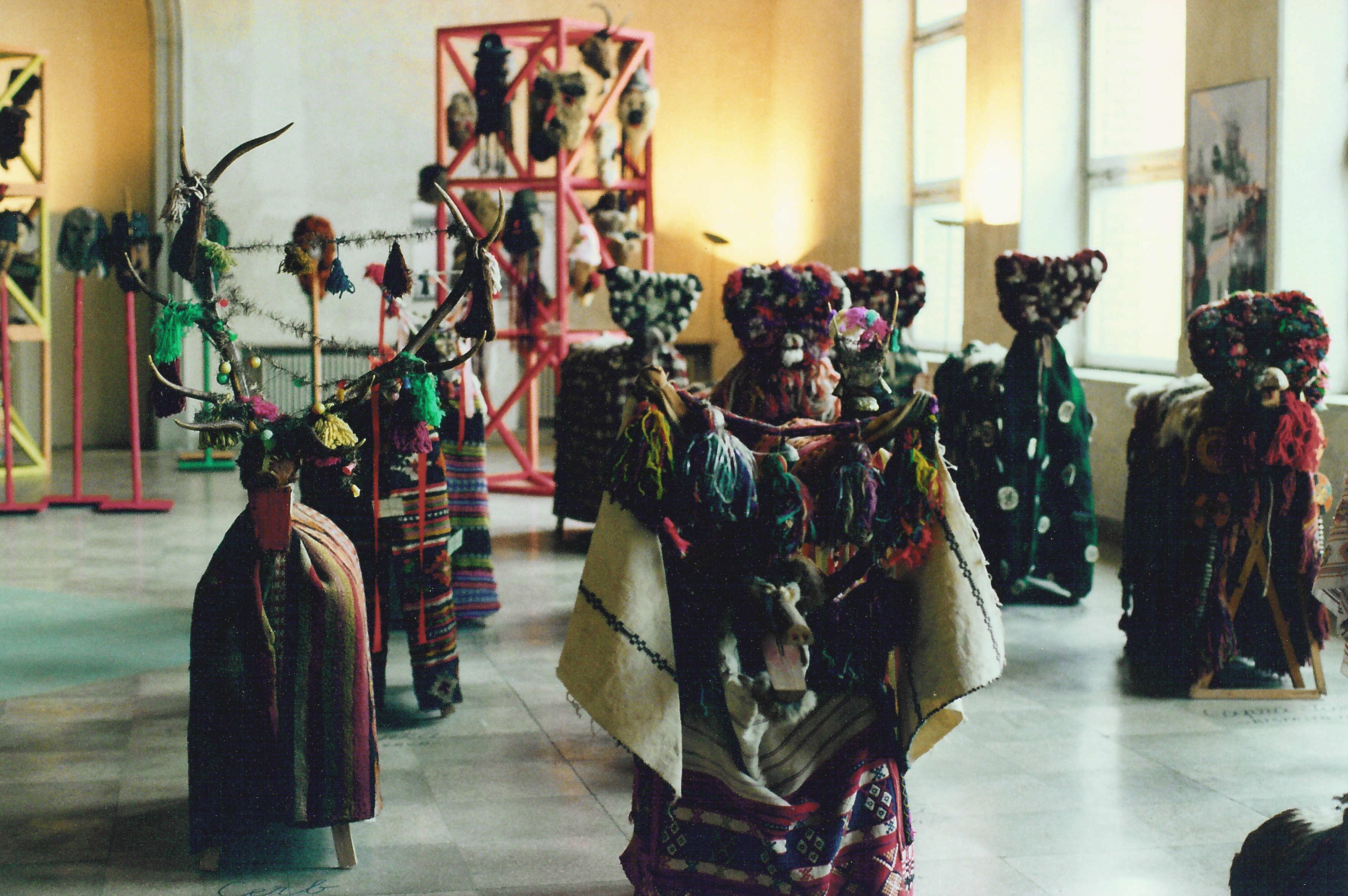
De kostuums van schapen en geiten
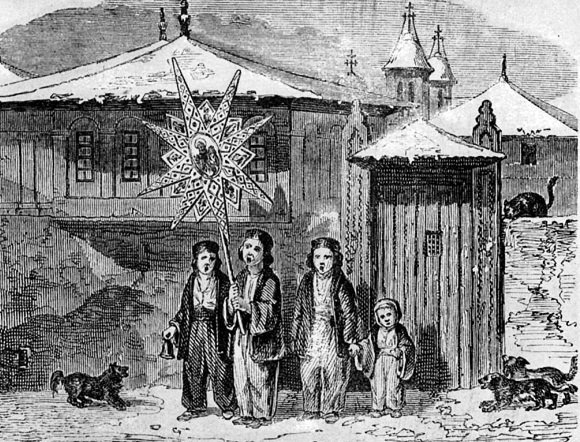
Steaua (sterrenzangers), 1842
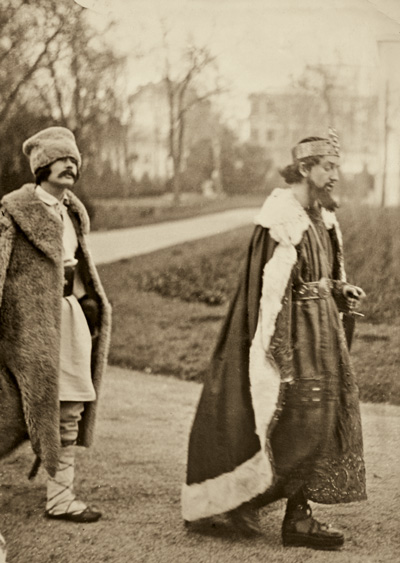
1936
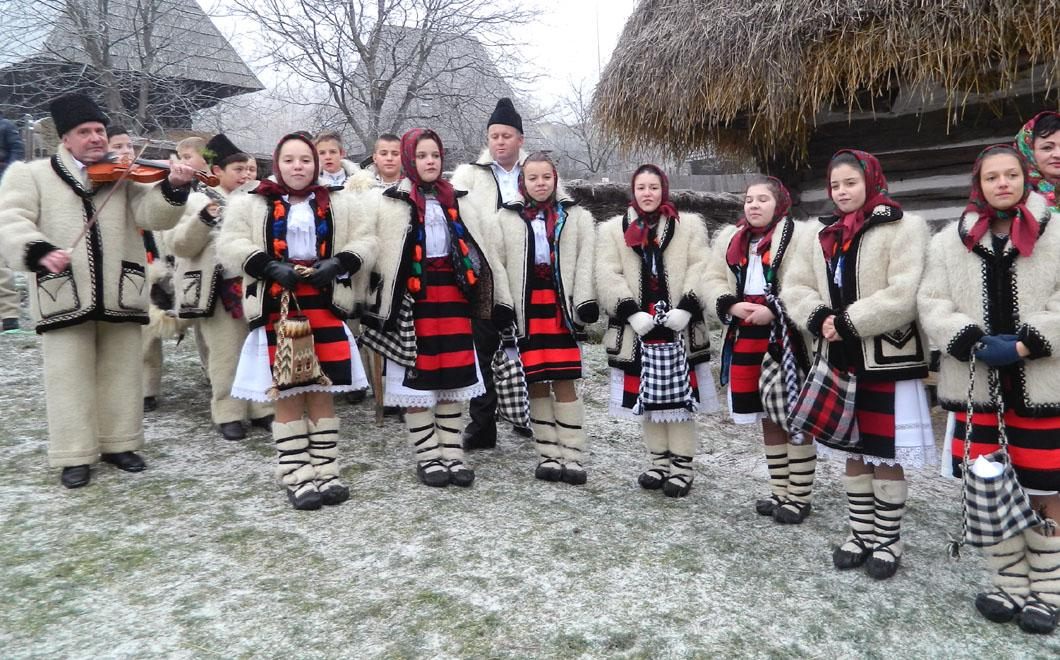
Kerst in Maramures, 2014
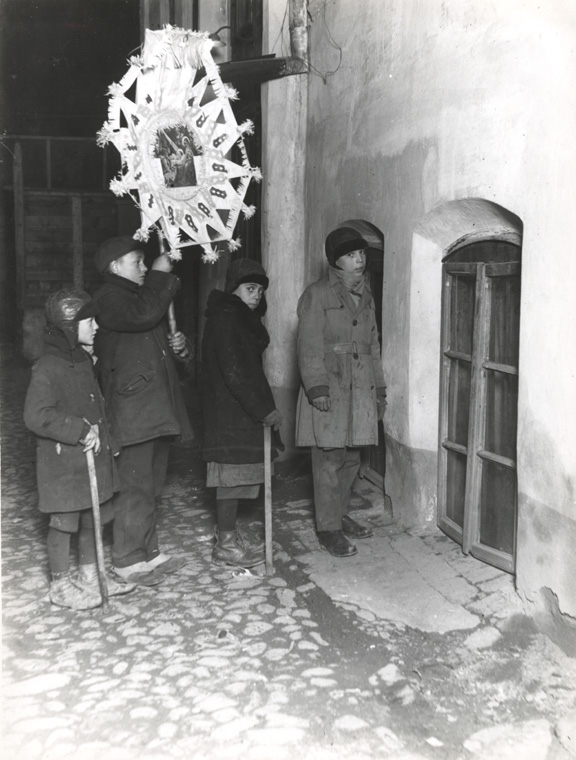
Jongens met een ster,
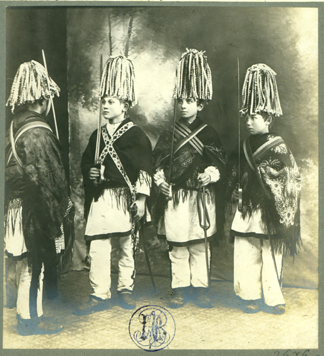
Adler: een populair kerstgebruik in de provincie Hunedoara
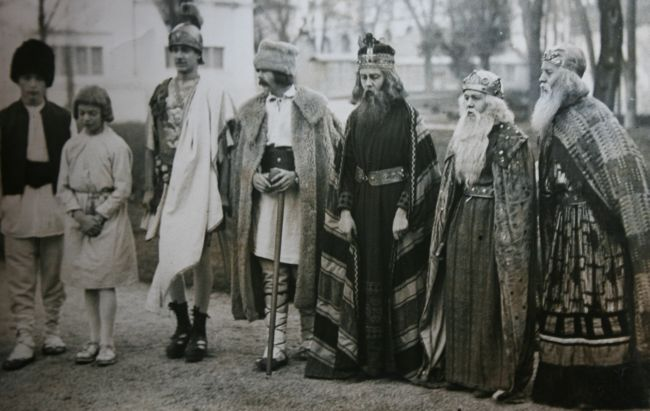
1936
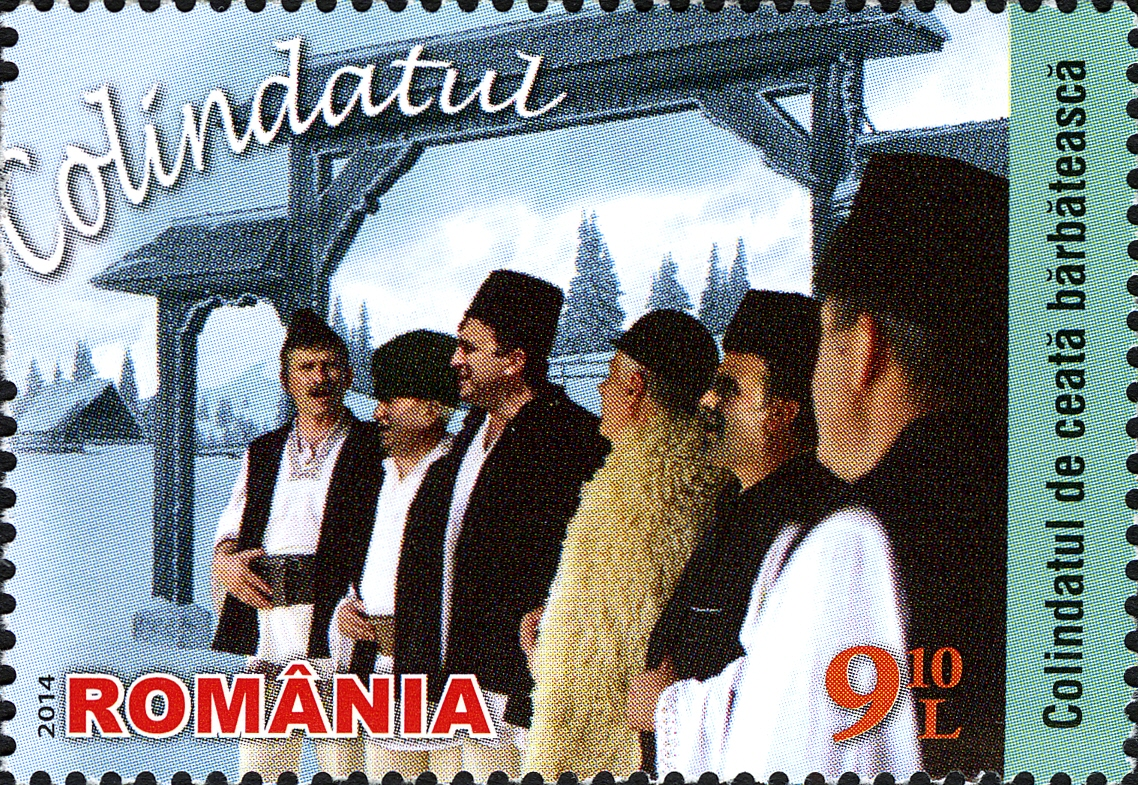
Colindatu op een kerstpostzegel uit Roemenië, 2014
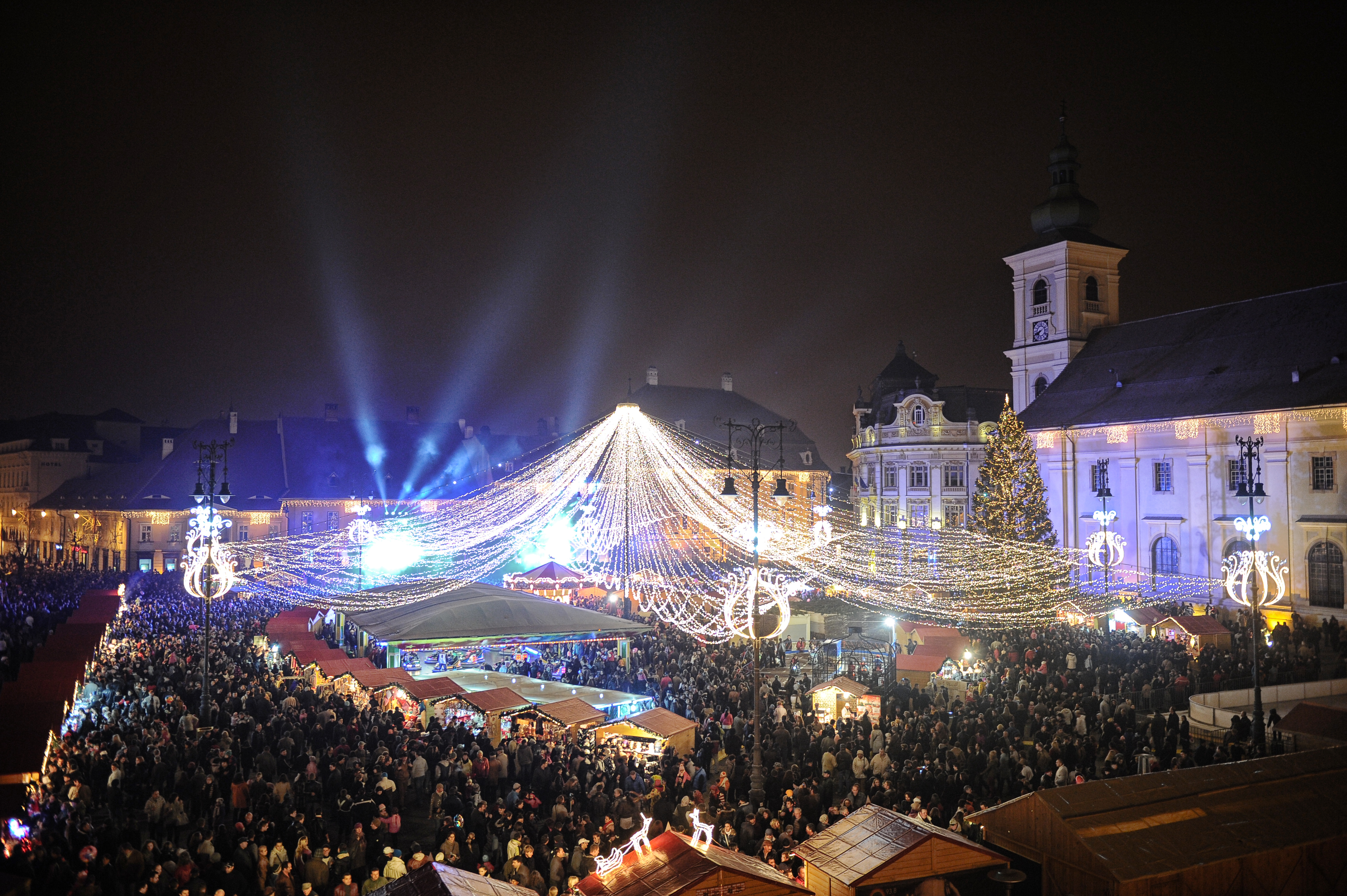
Kerstmarkt in Sibiu
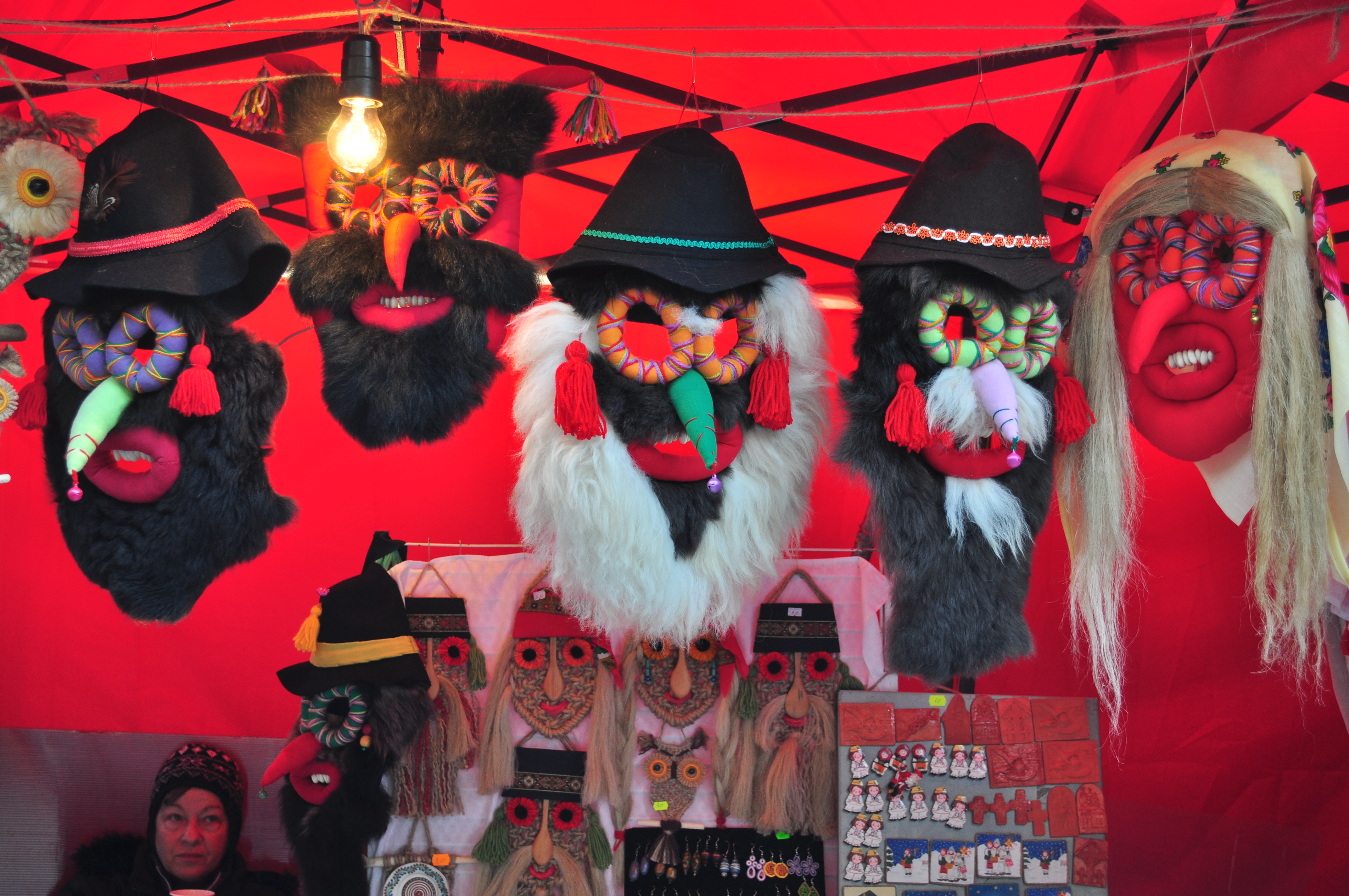
Maskers op een kerstmarkt in Bucharest
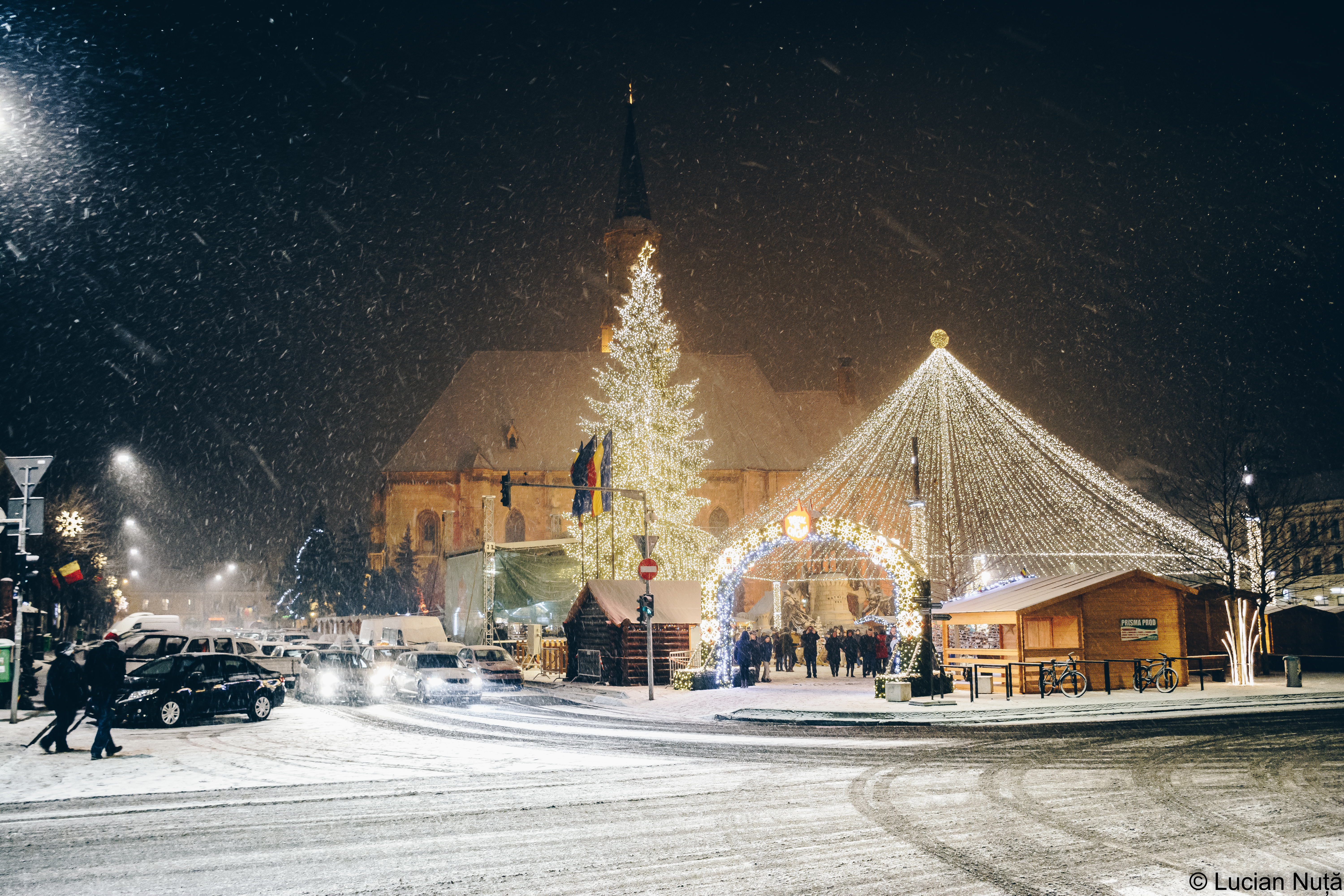
Kerstmarkt in Cluj-Napoca
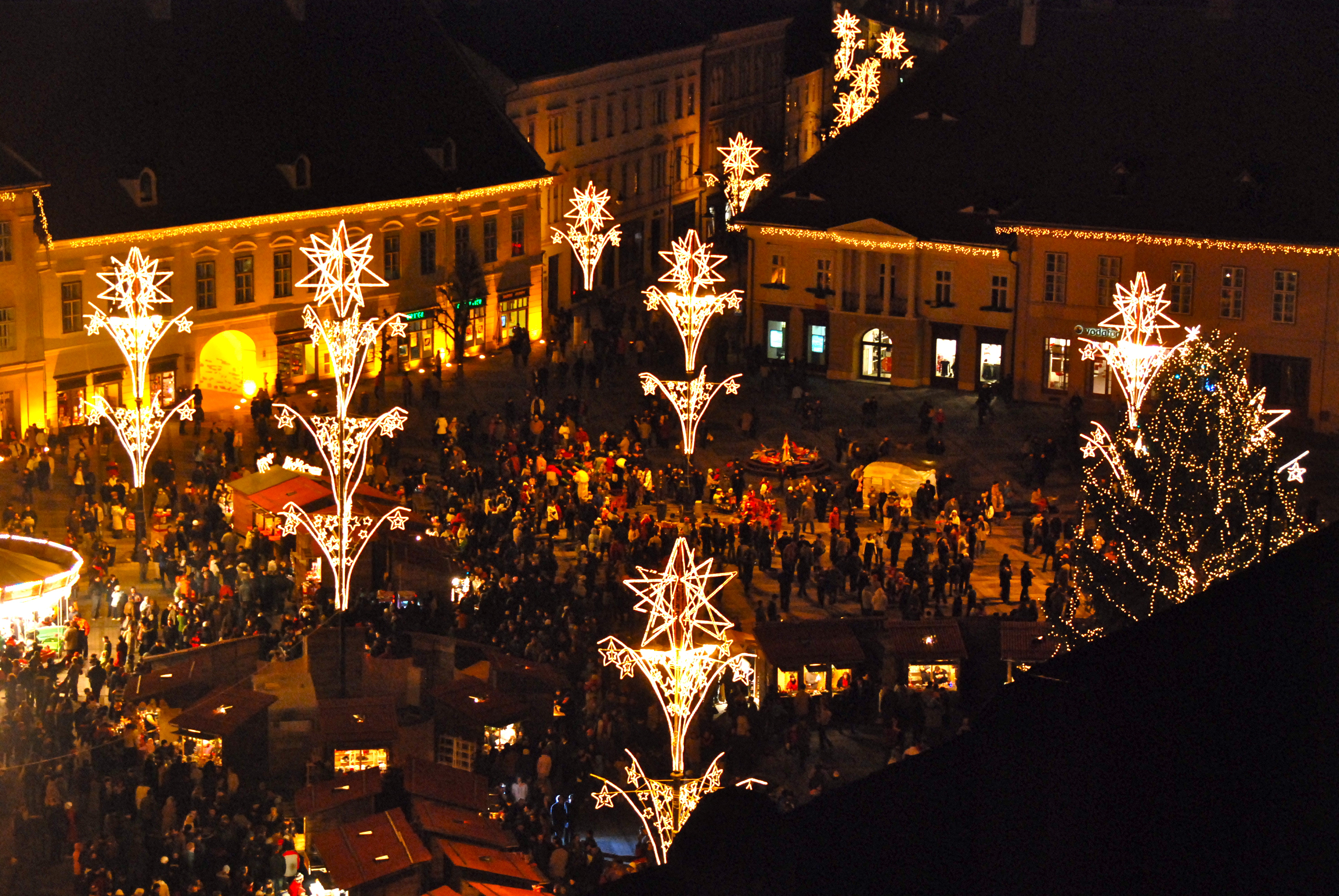
Kerstmarkt, 2008
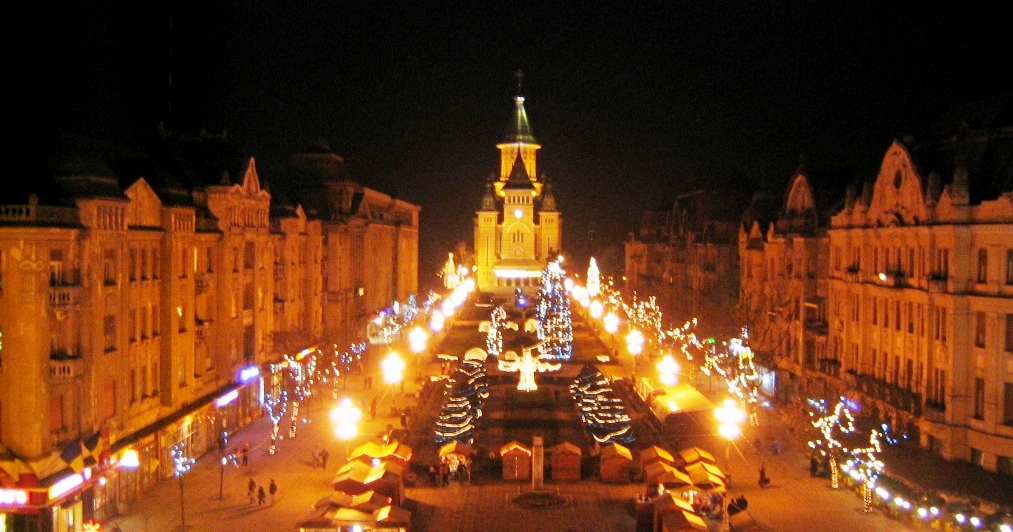
Kerst in Timisoara
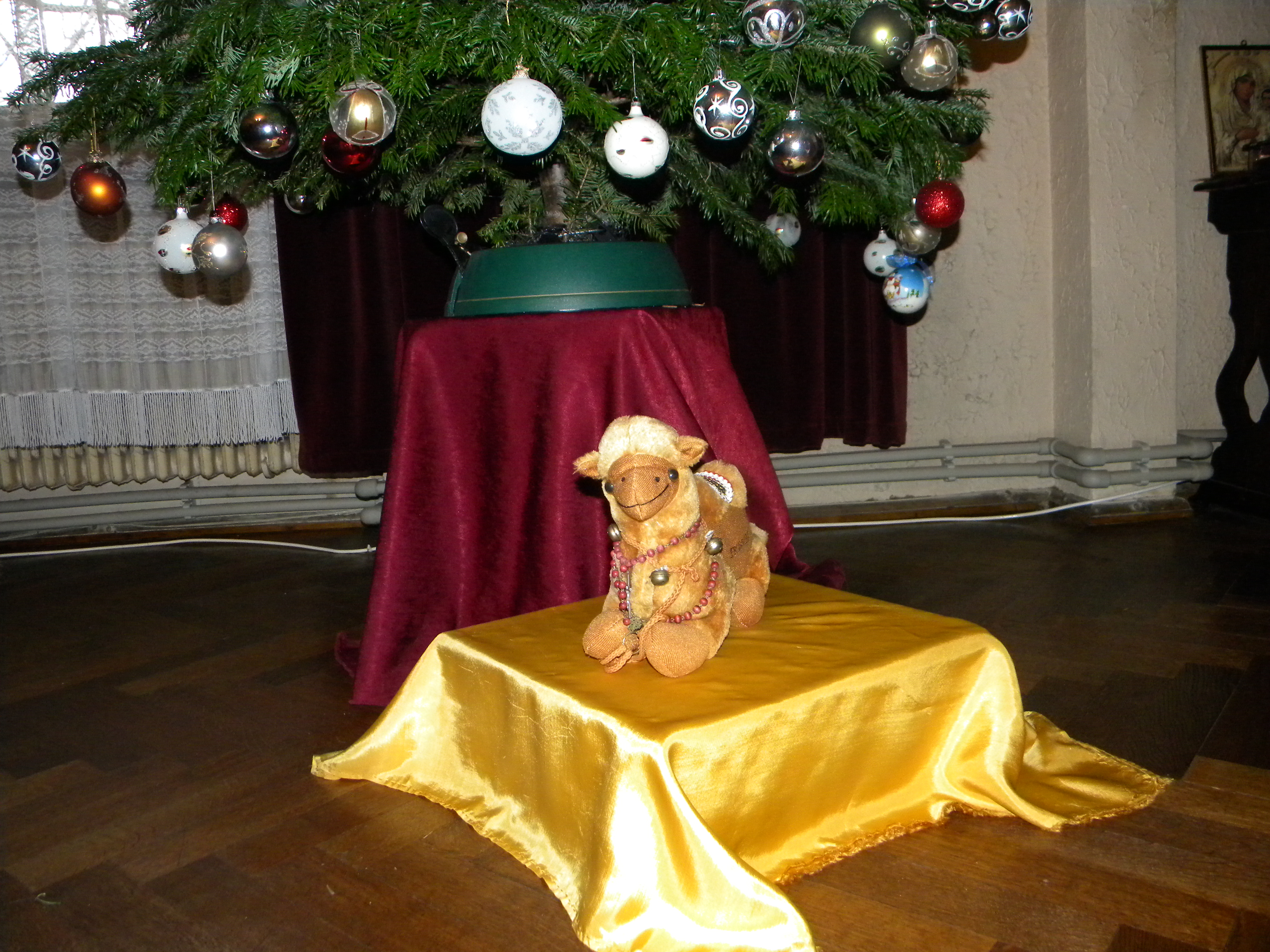
Kerstboom met Camila in Bucharest, 2014
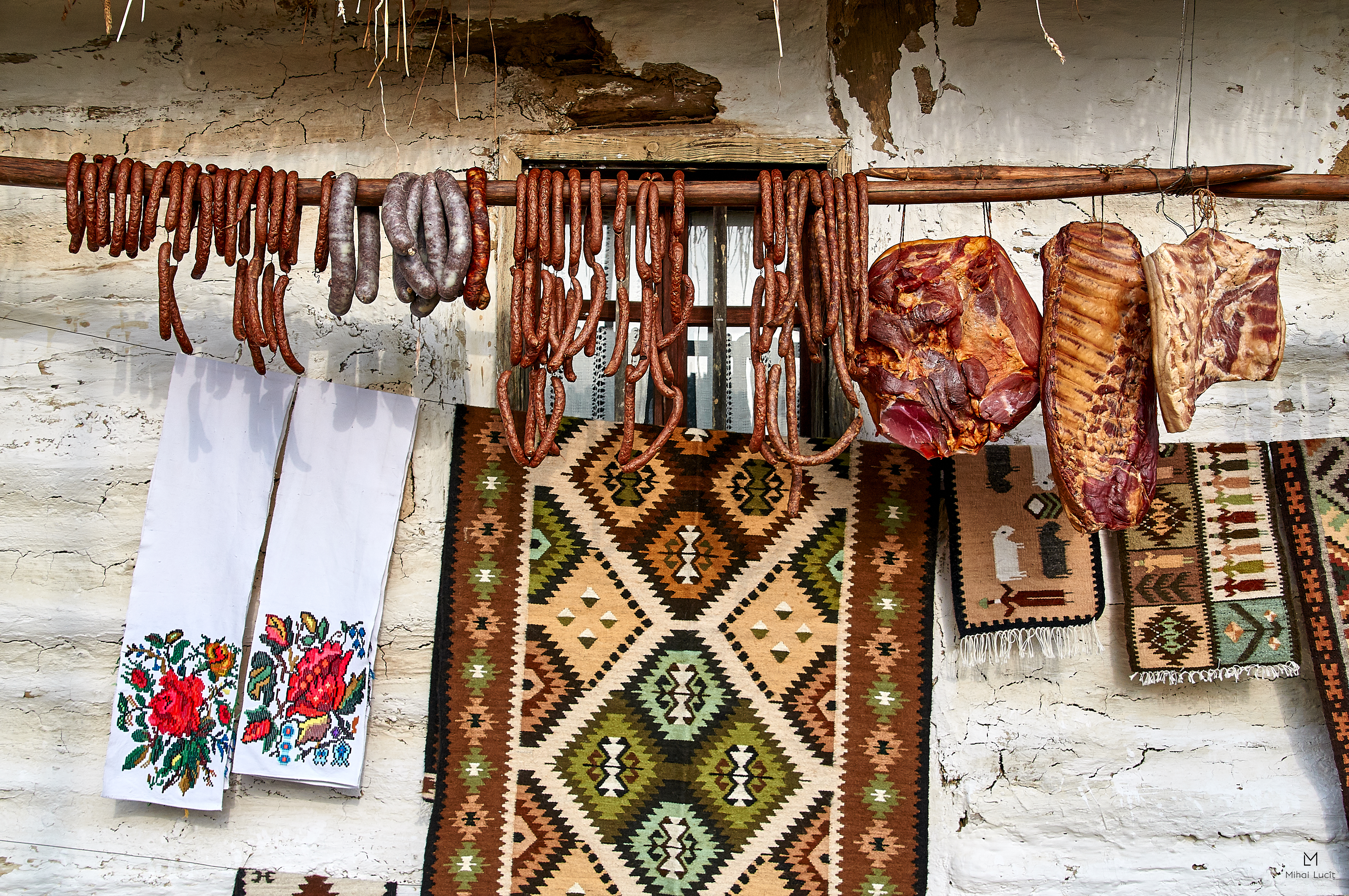
Traditionele kerstgerechten uit Maramures
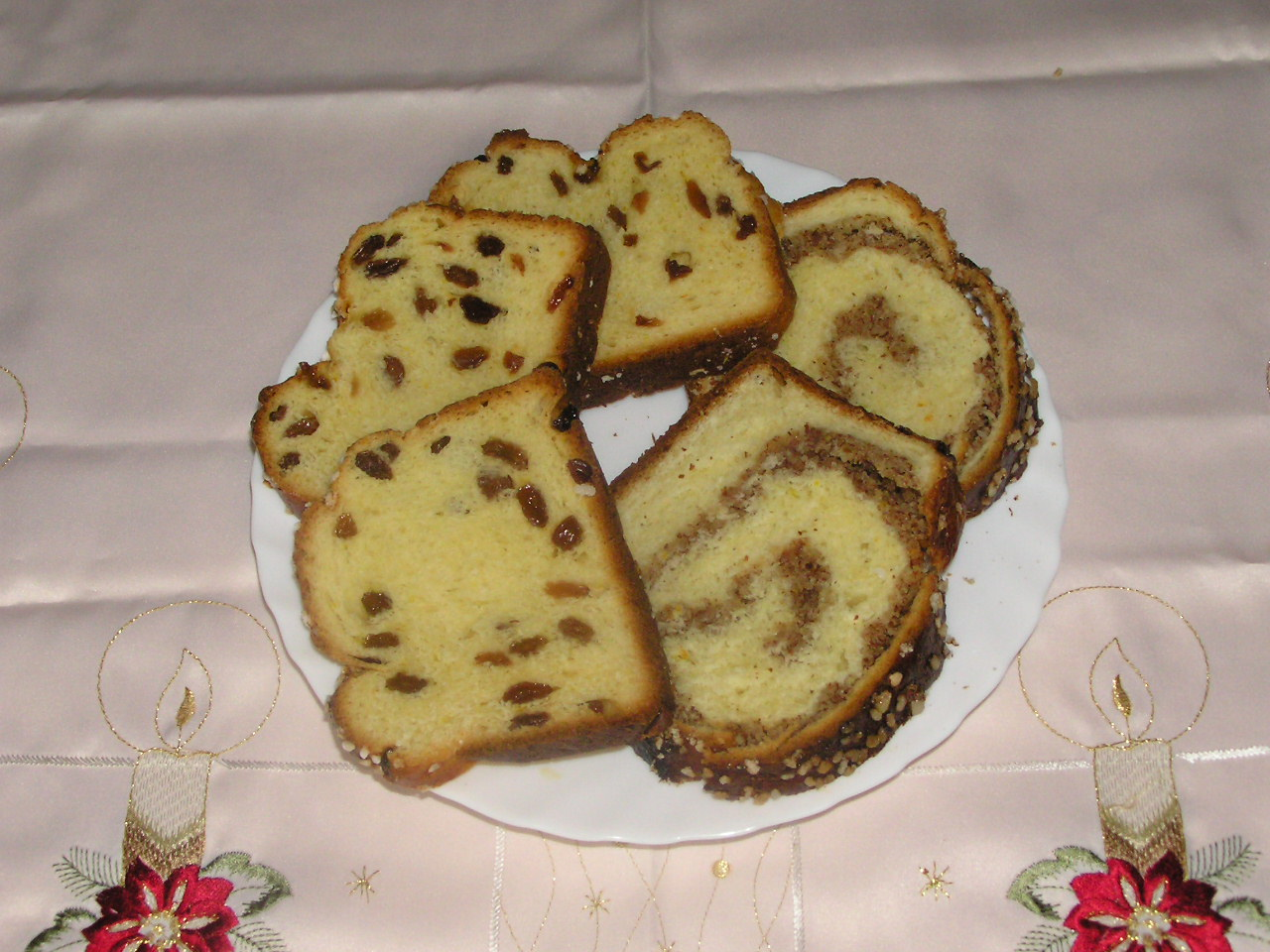
Cozonac
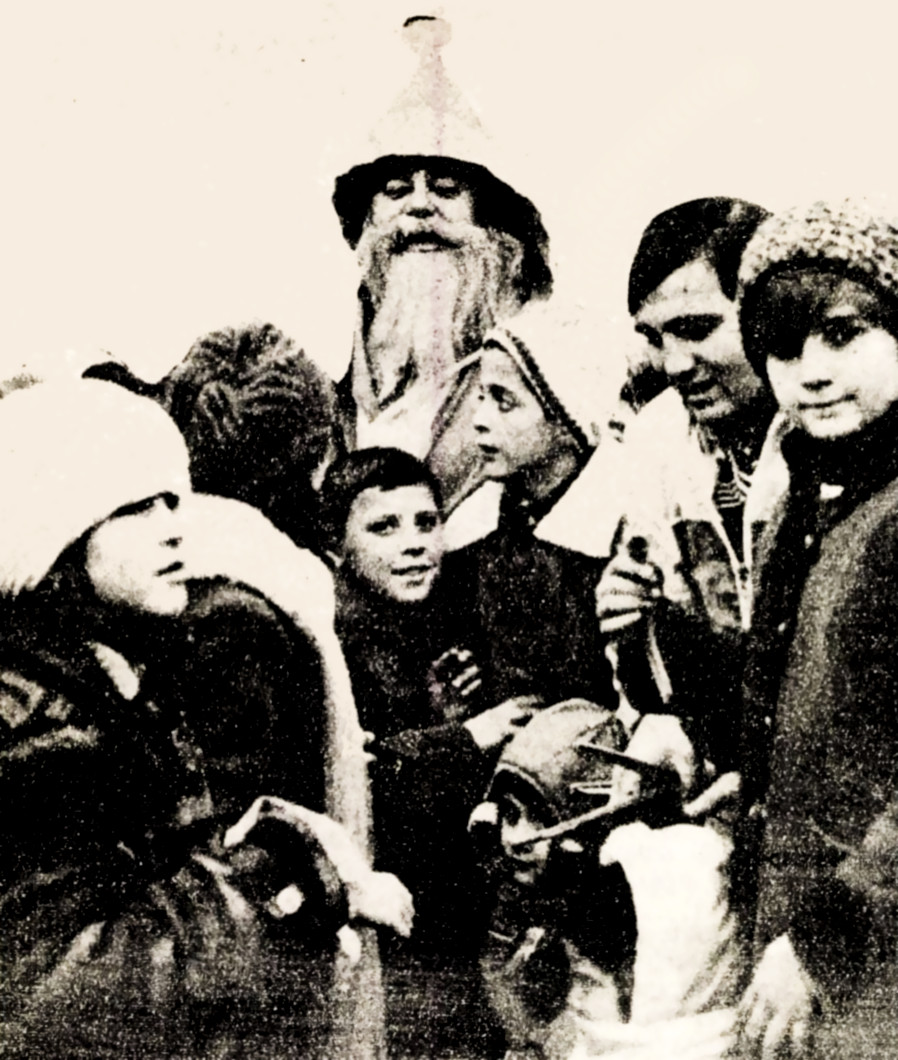
Moş Guerilă (de Roemeense communistische versie van Kerstman), 1982
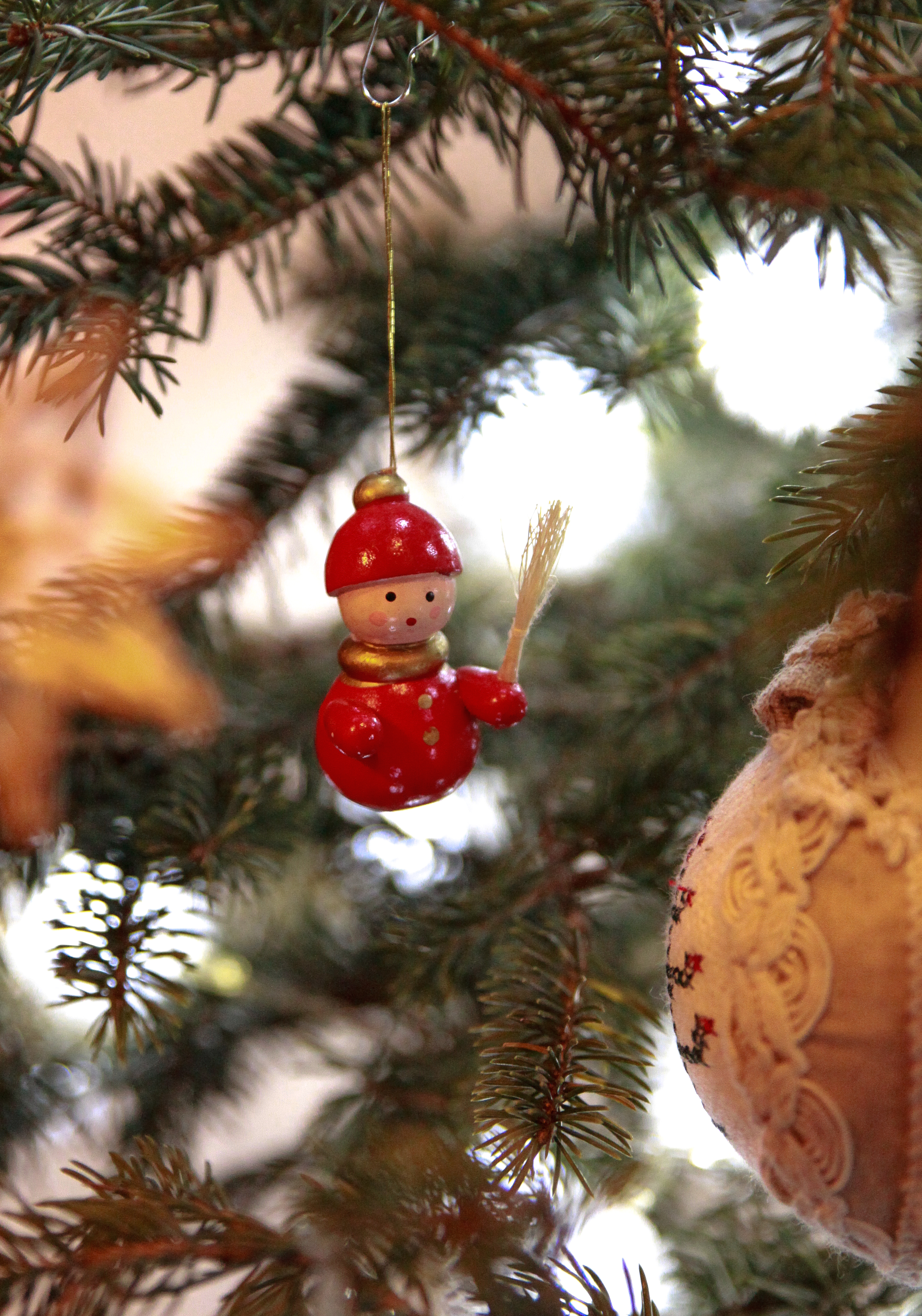
Versiering in een kerstboom

## Rusland

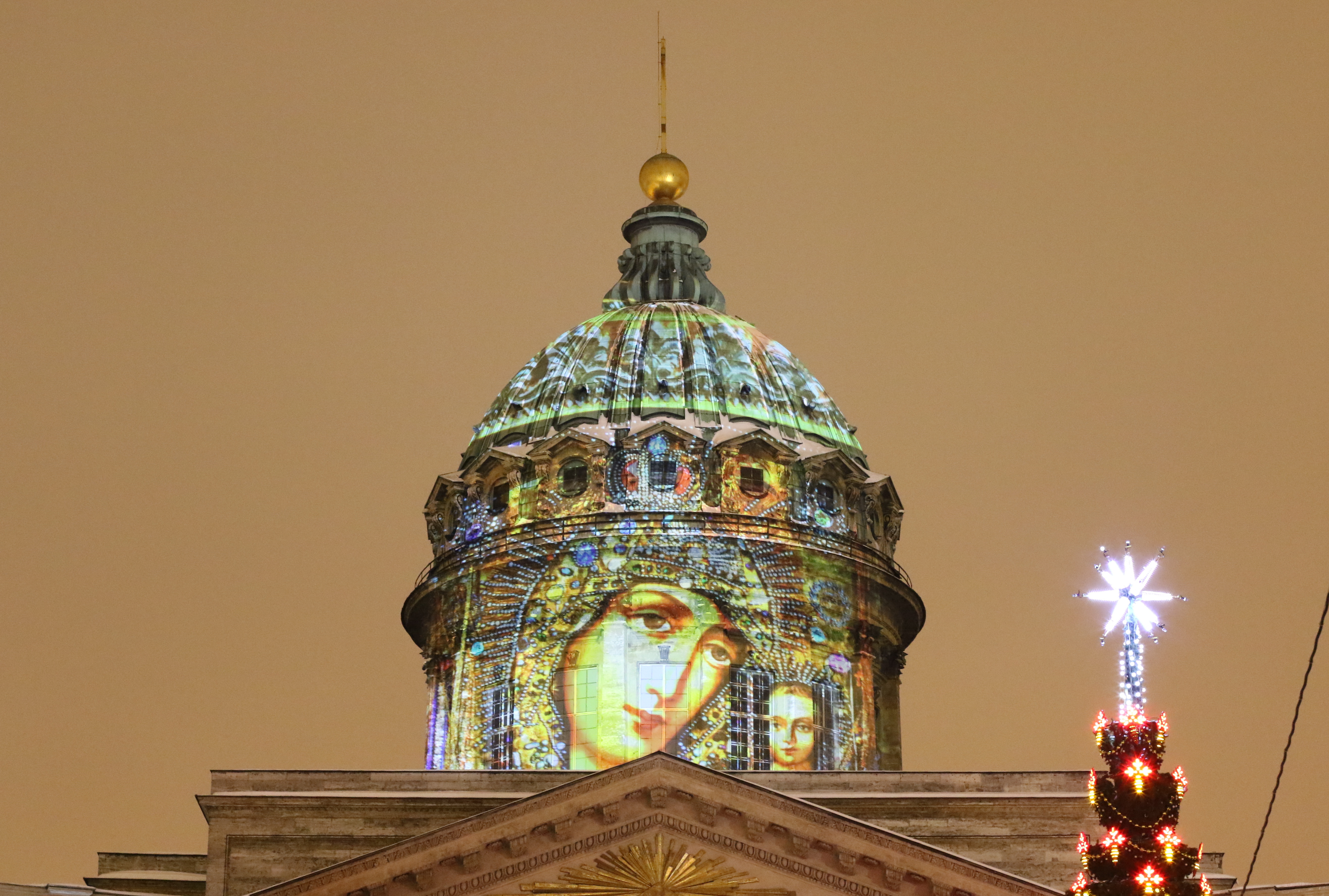
Koepel van de Kazankathedraal (Sint-Petersburg) met Kerstmis, 6 januari 2019

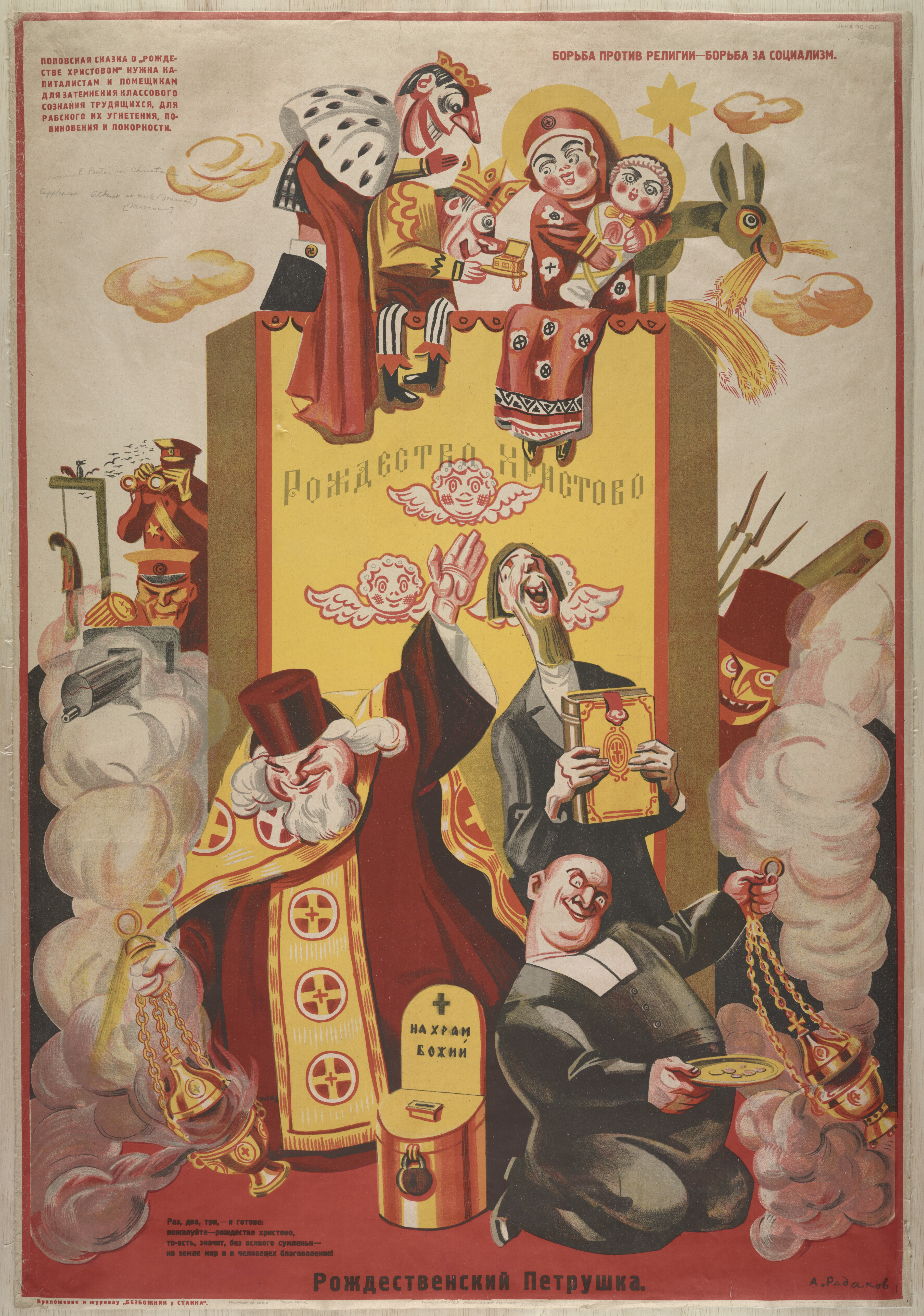
Afbeelding in een een antireligieus en atheïstisch tijdschrift van het Moskouse Comité van de Communistische Partij van de Sovjet-Unie, 1920. Het verhaal van Popov over ‘De geboorte van Christus’ is nodig voor kapitalisten en landheren om het klassenbewustzijn van de werkende mensen te verdoezelen, om hen op een slaafse manier te onderdrukken, om hen zich schuldig en onderdanig te laten voelen. De strijd tegen religie is de strijd voor het socialisme.

Rozhdenstvenskiy sochelnik (Рождественский сочельник) was een veelvoorkomende Oosters-orthodoxe traditie in het Russische Rijk, maar tijdens het tijdperk van de Sovjet-Unie werd deze sterk ontmoedigd als gevolg van het officiële atheïsme van het regime. In het hedendaagse Rusland heeft de kerk op die dag een dienst, maar de viering zelf heeft nog niet zijn populariteit onder de mensen herwonnen. In plaats van kerstavond wordt oudejaarsavond beschouwd als een traditioneel familiefeest met de nieuwjaarsboom.In de orthodoxe kerken wordt Kerstmis gevierd op 7 januari.
De Russen kennen niet de Kerstman zelf, maar wel de figuur Ded Moroz, die in Rusland werd geïntroduceerd toen alle vormen van religie verboden werden door het communistische regime. Ded Moroz komt bij de kinderen in de periode tussen 1 december en 10 januari.
In Rusland wordt Koleduvane uitgevoerd.
Kutia of kutya is een ceremonieel graangerecht met zoete jus dat traditioneel vooral wordt geserveerd door Oosters-orthodoxe christenen en sommige katholieke christenen, voornamelijk in Wit-Rusland, Rusland, Oekraïne, maar ook in delen van Litouwen en Polen tijdens het kerstfeest. 

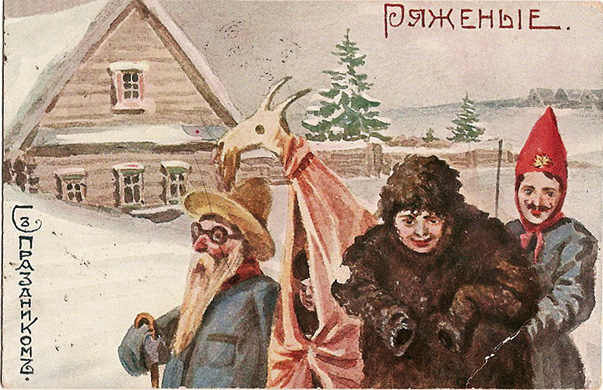
Koleduvane
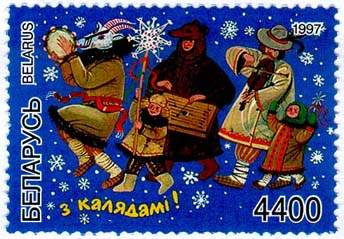
Kerst-postzegel met Koleduvane uit Wit-Rusland, 1997
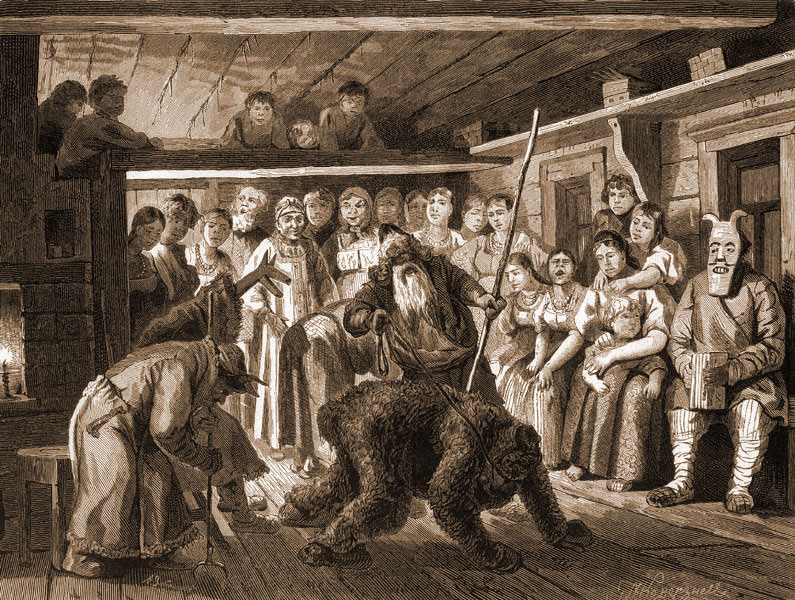
Een beer, grootvader ziend-oog, een oude vrouw en een geit (Koleduvane), Rusland, 19e eeuw
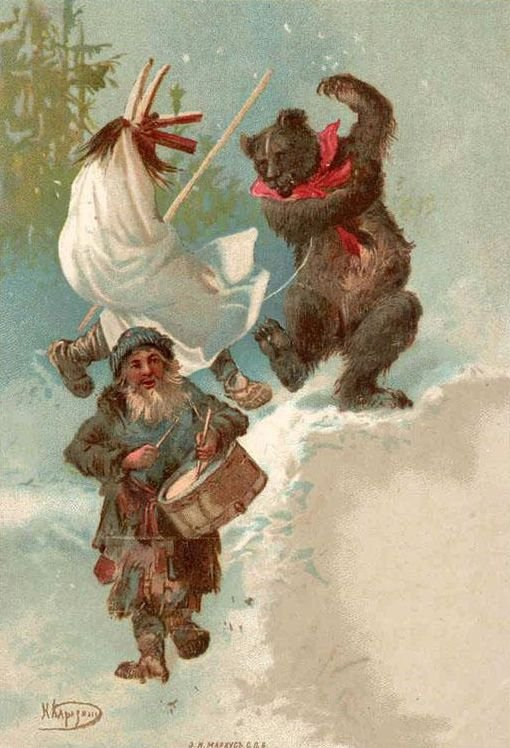
Koleduvane
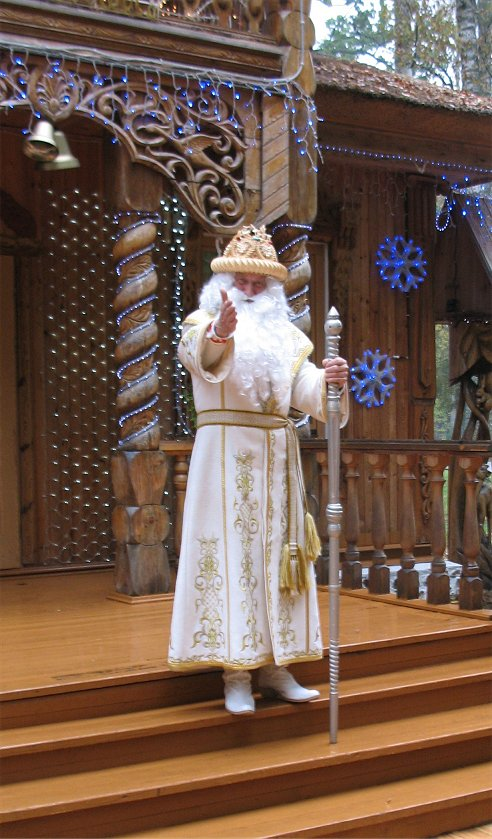
Ded Moroz
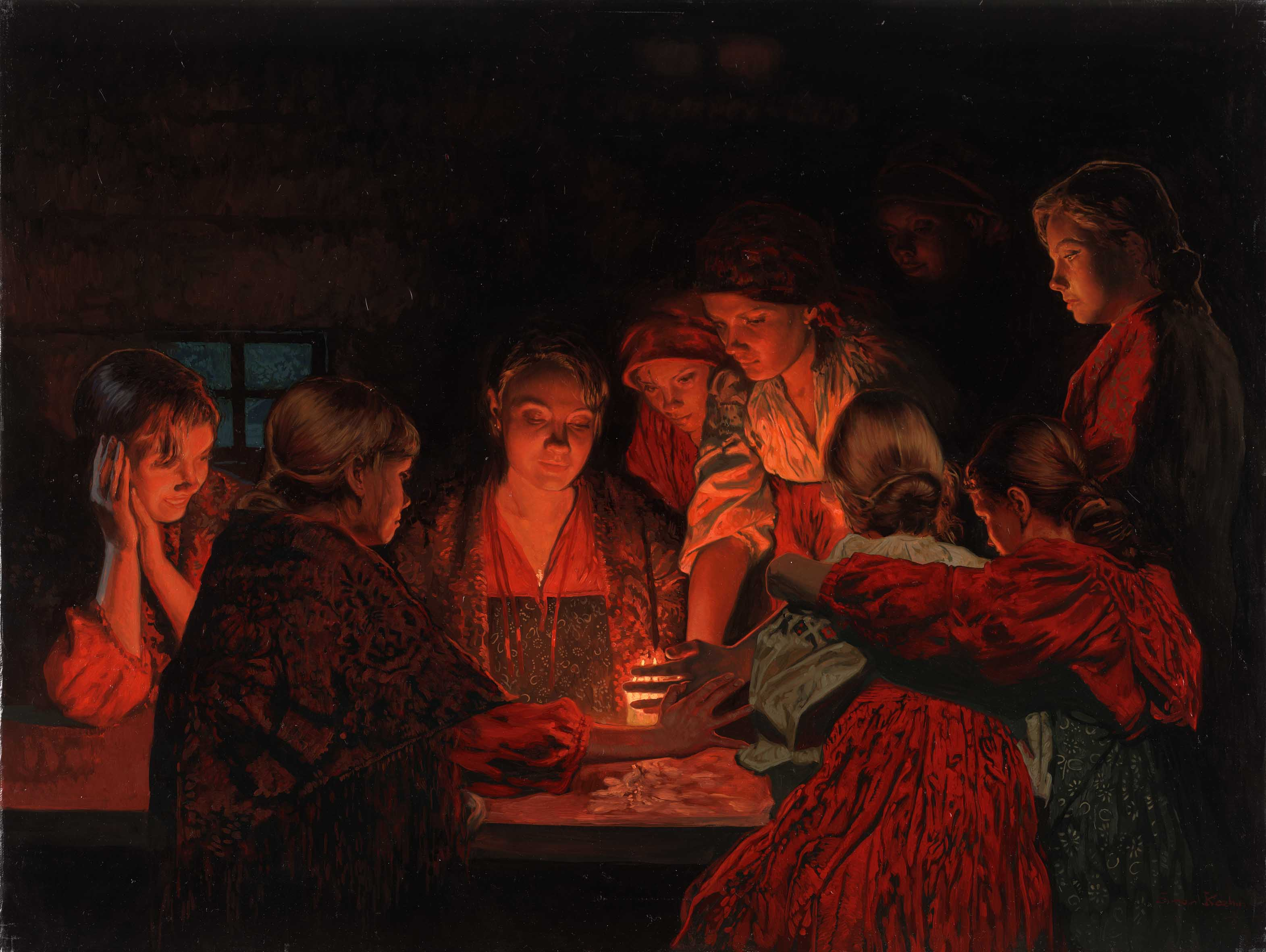
Divinatie tijdens kerst, Simon Kozhin
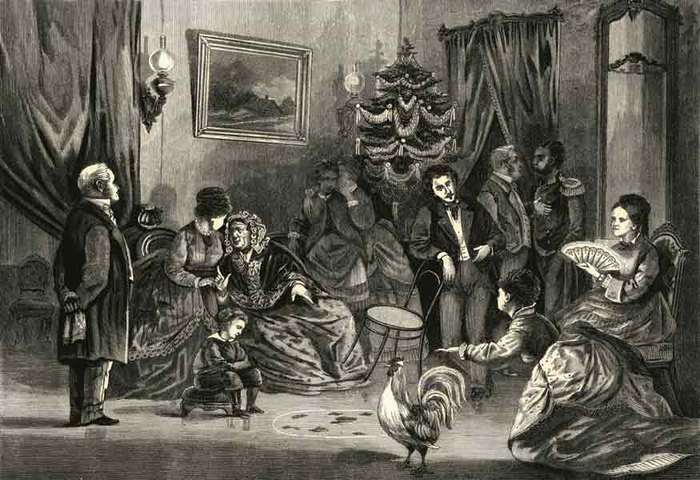
Waarzeggerij met een haan tijdens de kerstperiode
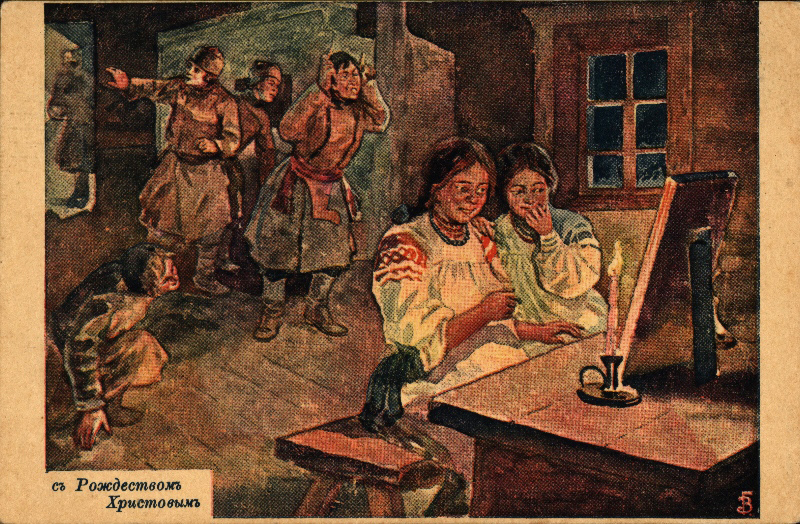
Een vorm van waarzeggerij op een kerstkaart
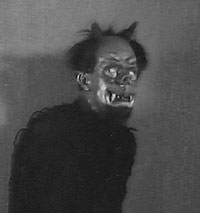
Scene uit de kerstfilm Ночь перед Рождеством, 1913
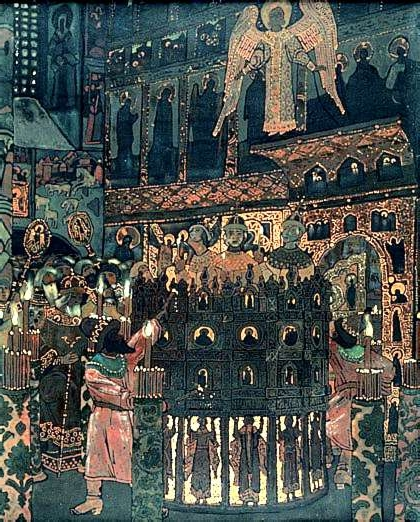
Opvoering van een verhaal over de mannen in de oven (Sadrach, Mesach en Abednego) in de Russisch-Orthodoxe Kerk
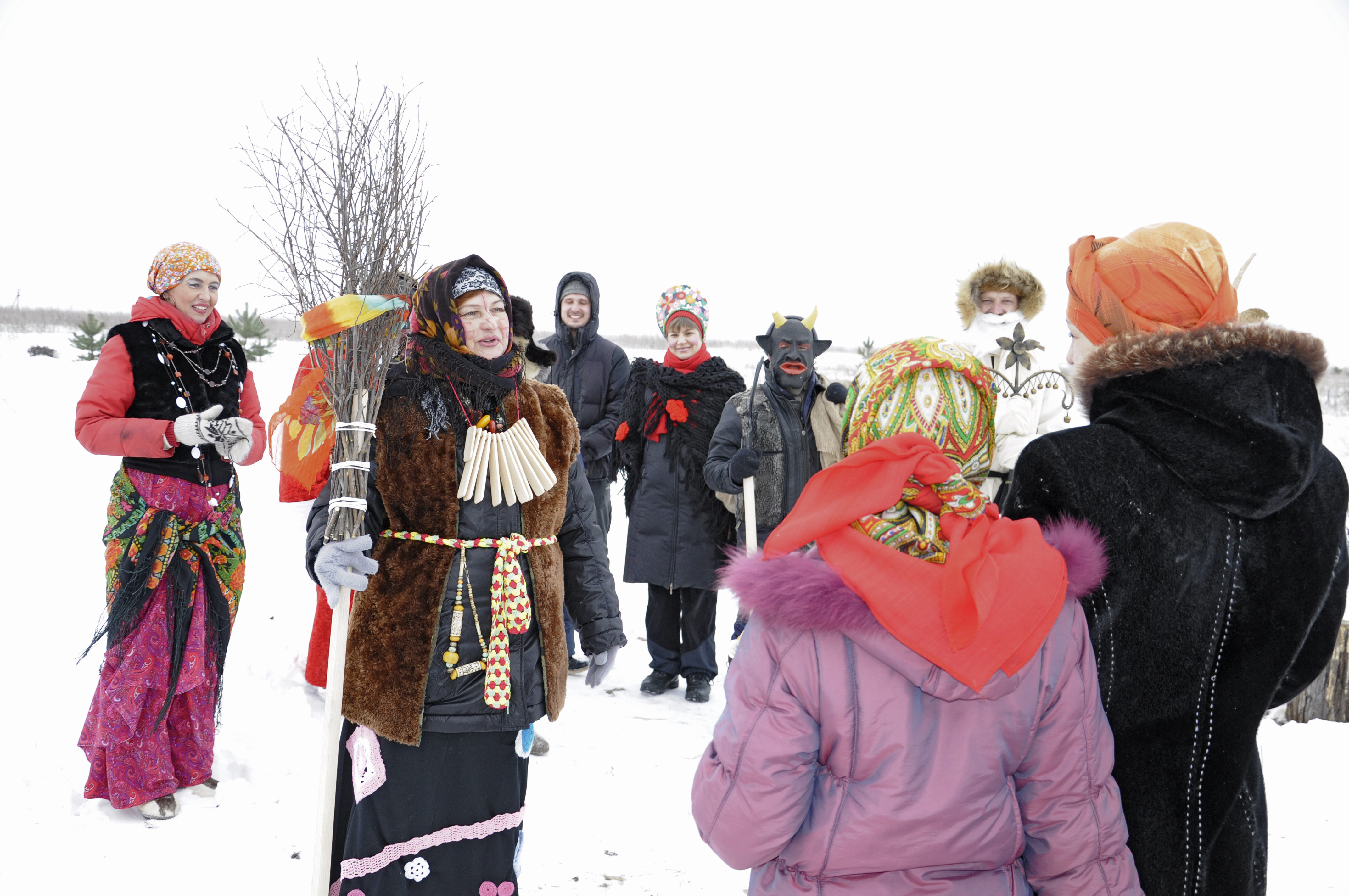
Kalyada, 2012
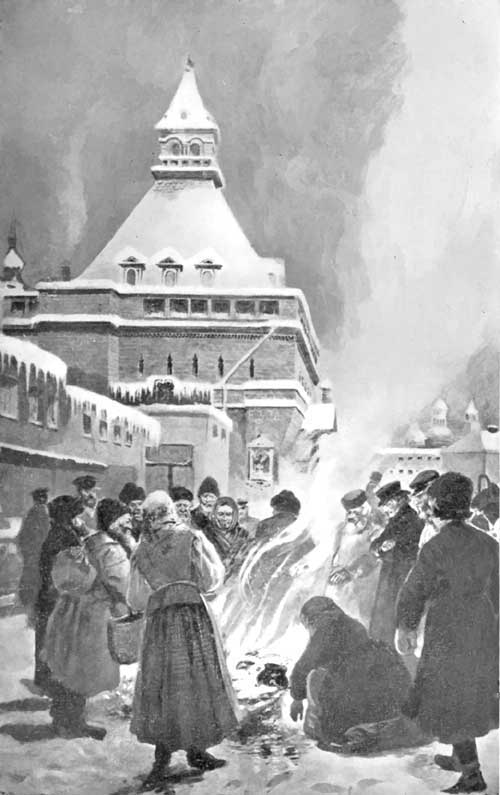
Kerst vreugdevuur, 1917
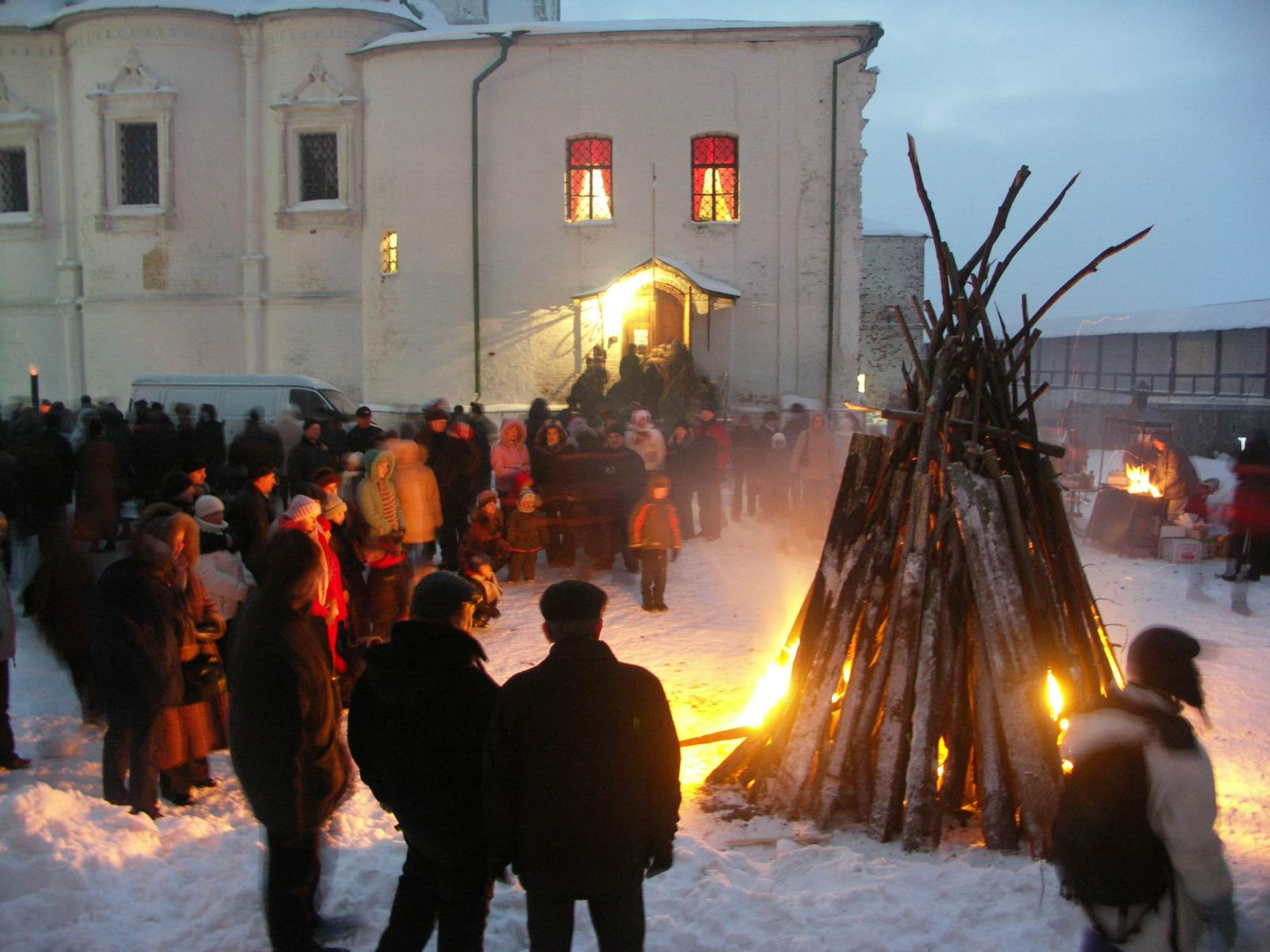
Kerst, 2006
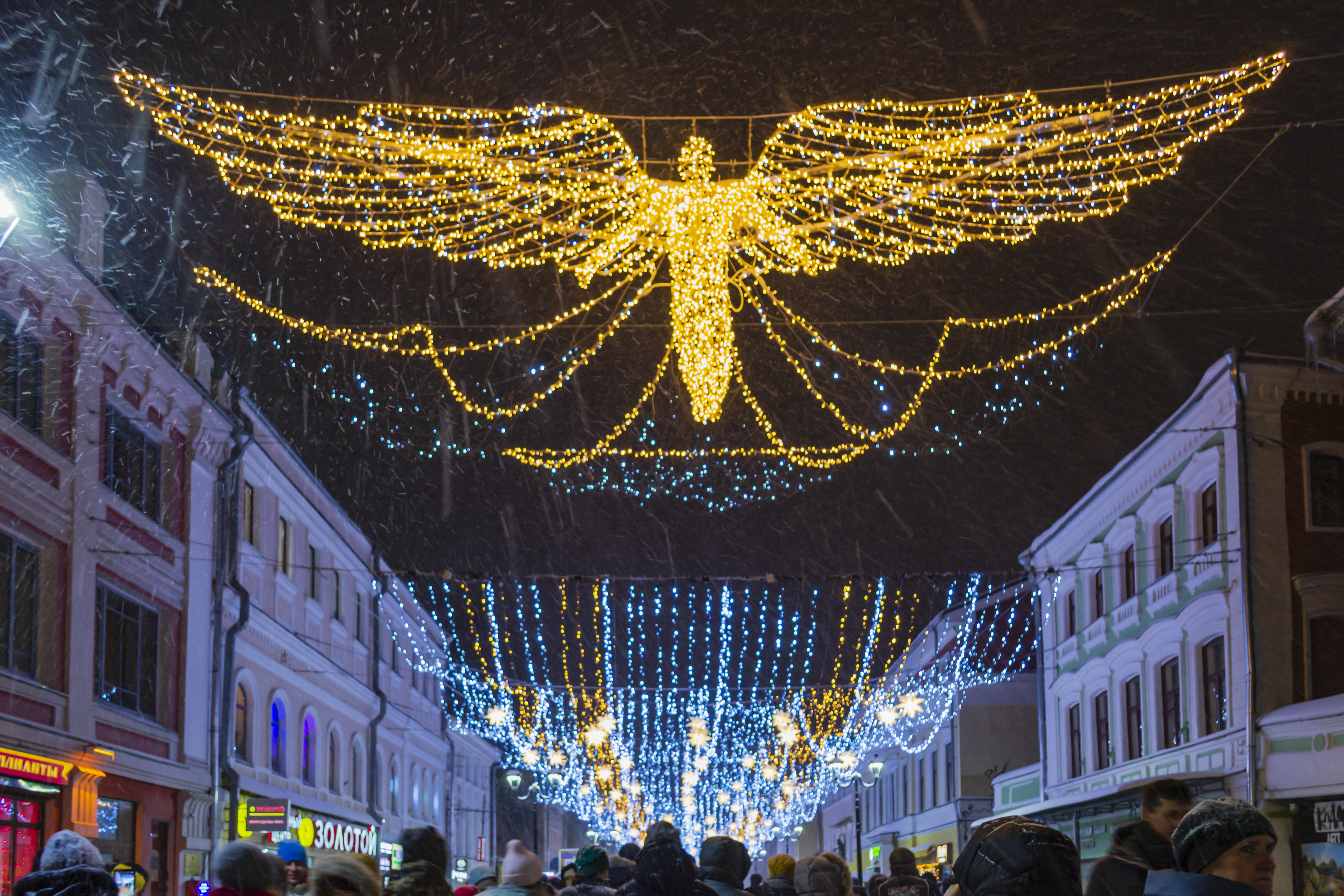
Kerstversiering in Novgorod
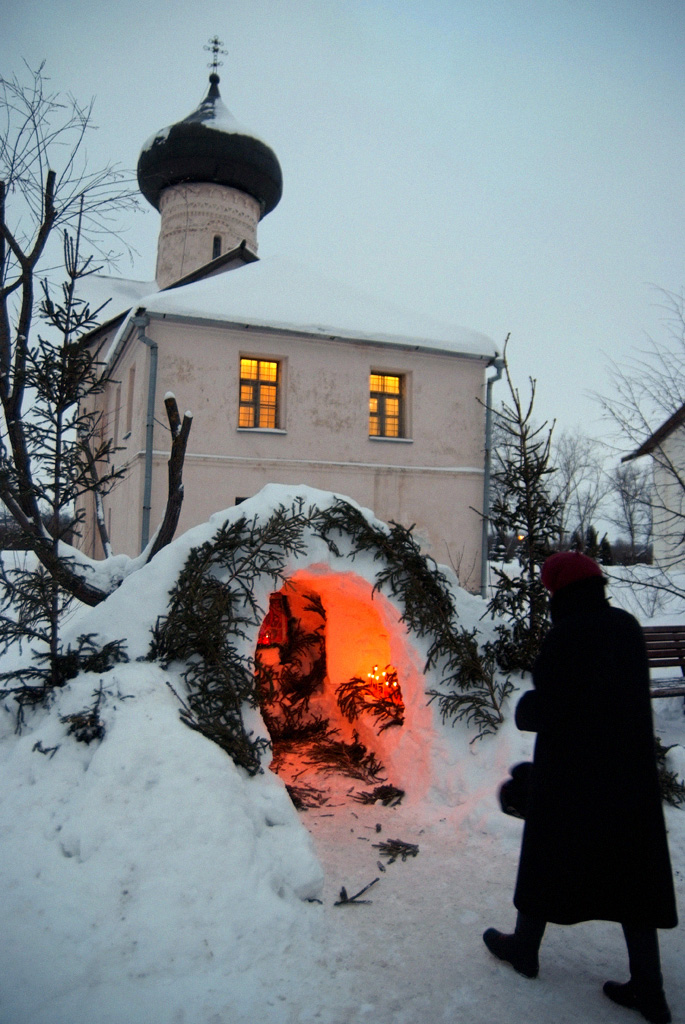
Kerststal bij het Zverin-Pokrovski-klooster
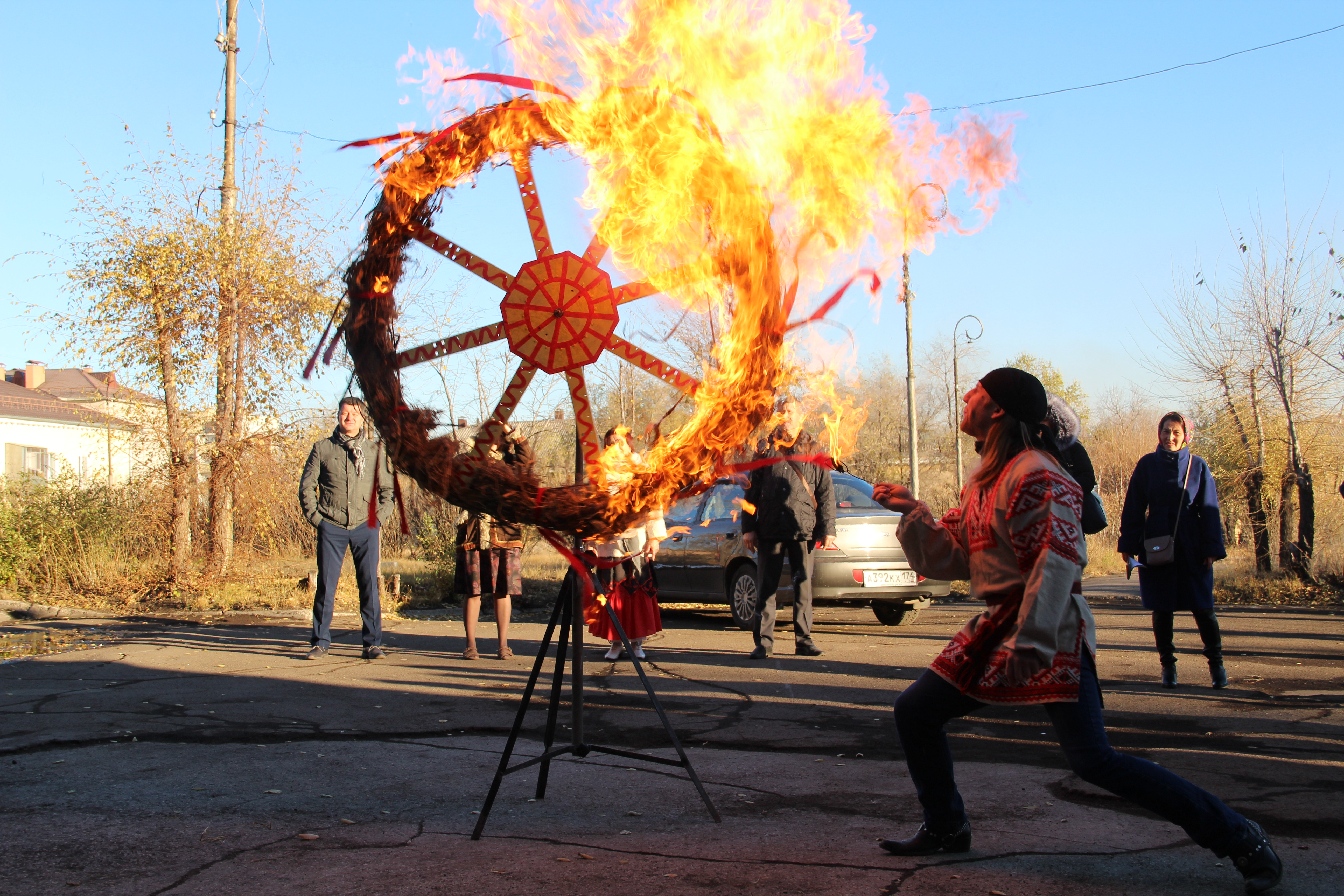
Kaleda, 2018
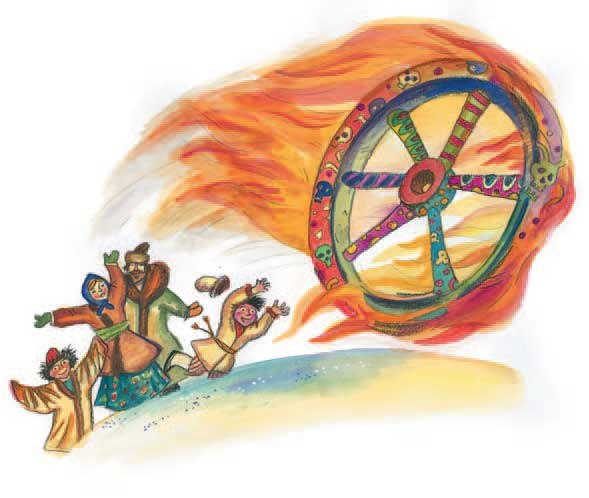
Een kleurenkaart uit het Sovjettijdperk waarop boeren zijn afgebeeld die een kerstwiel (wiel van vuur) over de grond werpen terwijl ze kerstliederen zingen, 1967
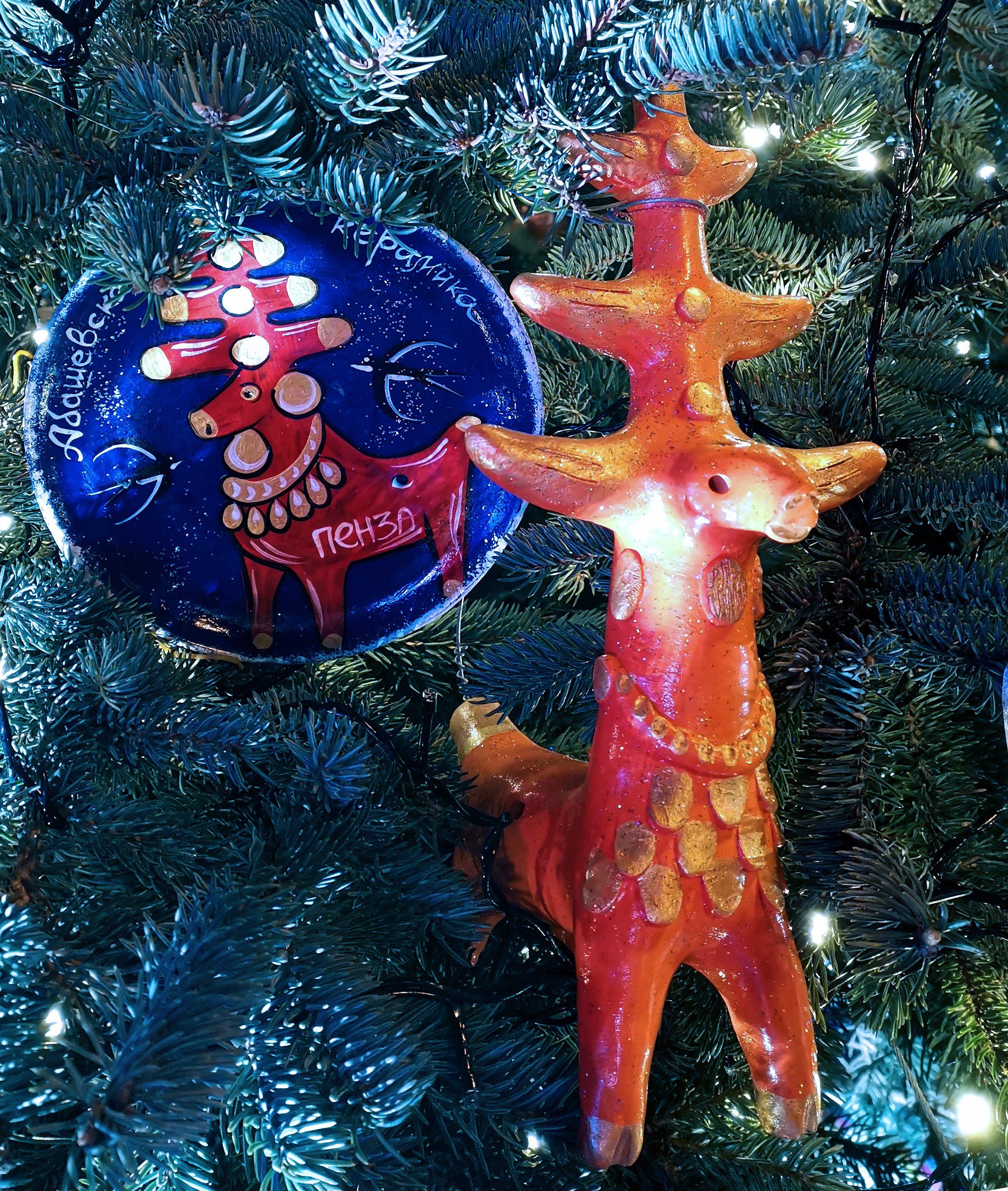
Kerstversiering gebaseerd op voorwerpen uit de Abasjevocultuur

## Rwanda

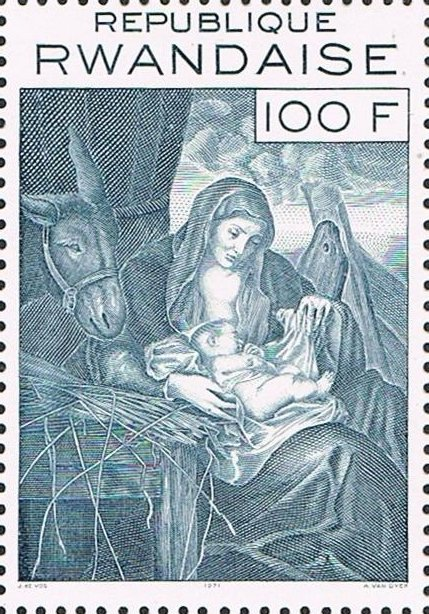
Kerstpostzegel uit Rwanda met de aanbidding der herders, 1971

## Scandinavië

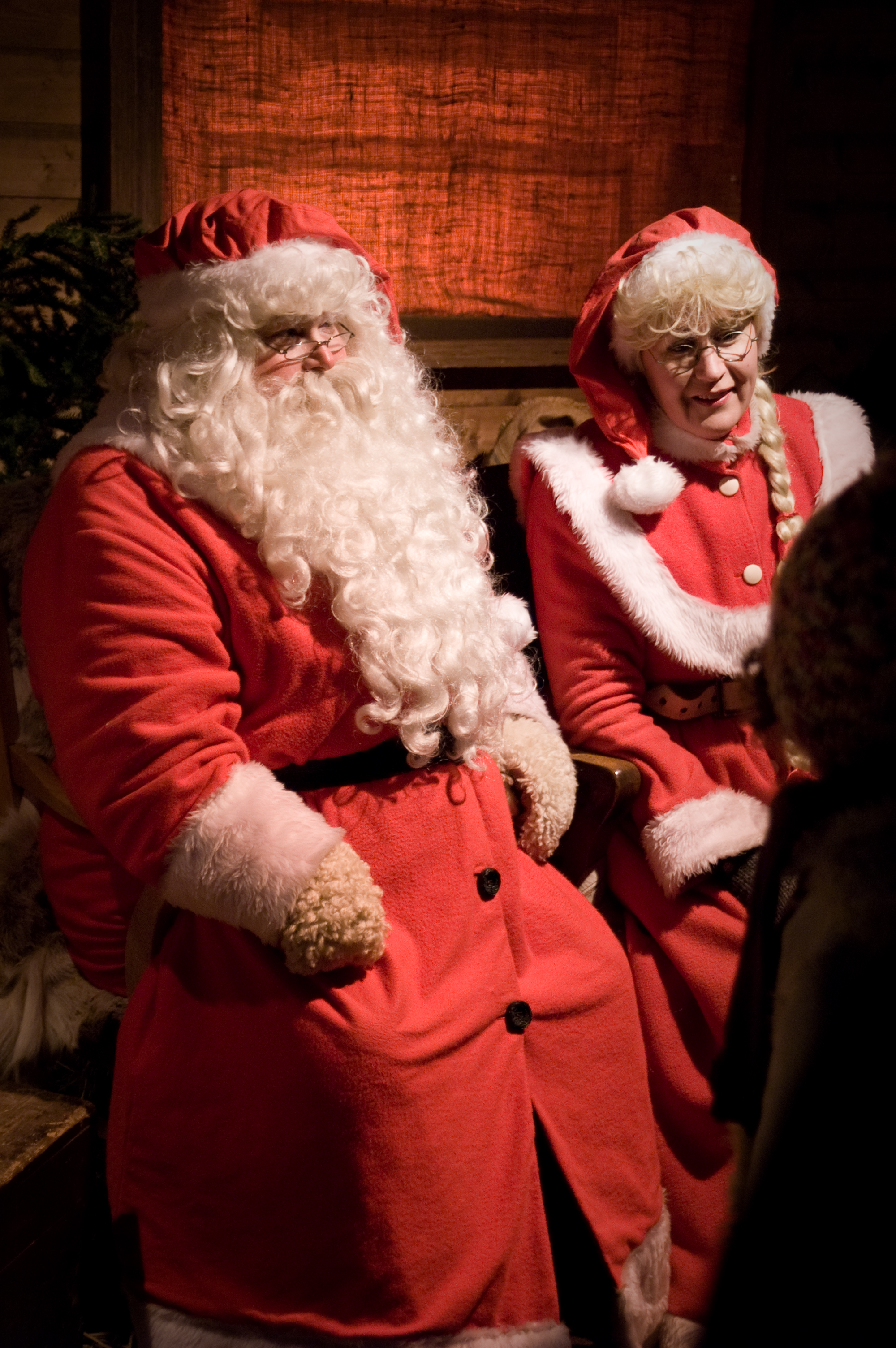
Joulupukki en muori, 2008

De Tomte of Nisse wordt in verband gebracht met Kerstman en julbocken.
Tijdens de kerstperiode brengen de Wichtelmännchen cadeautjes voor de personen die lootjes trekken.
Joulutonttu is de Finse kerstelf, zie Haltija.

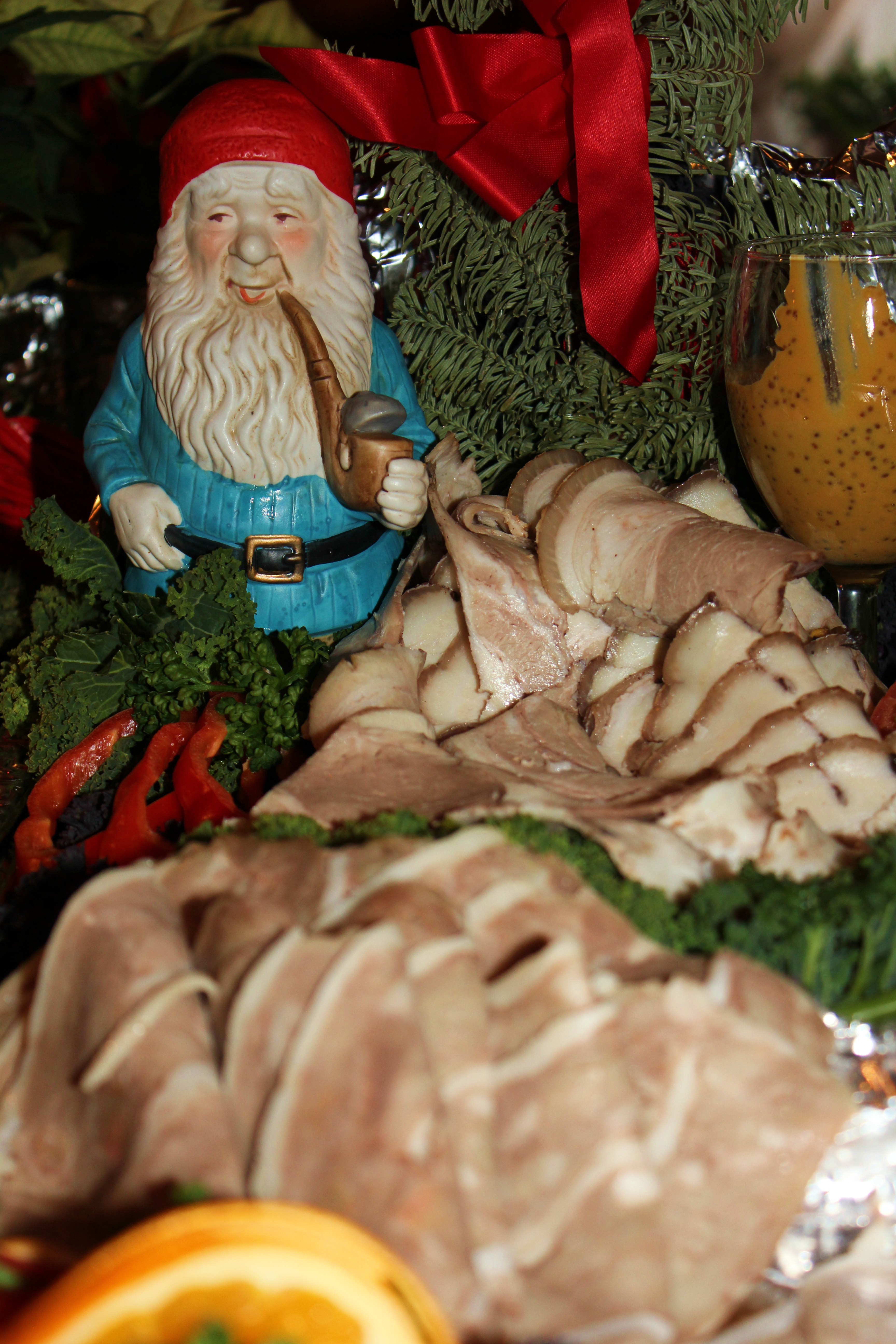
Syltenisse in Noorwegen, 2012
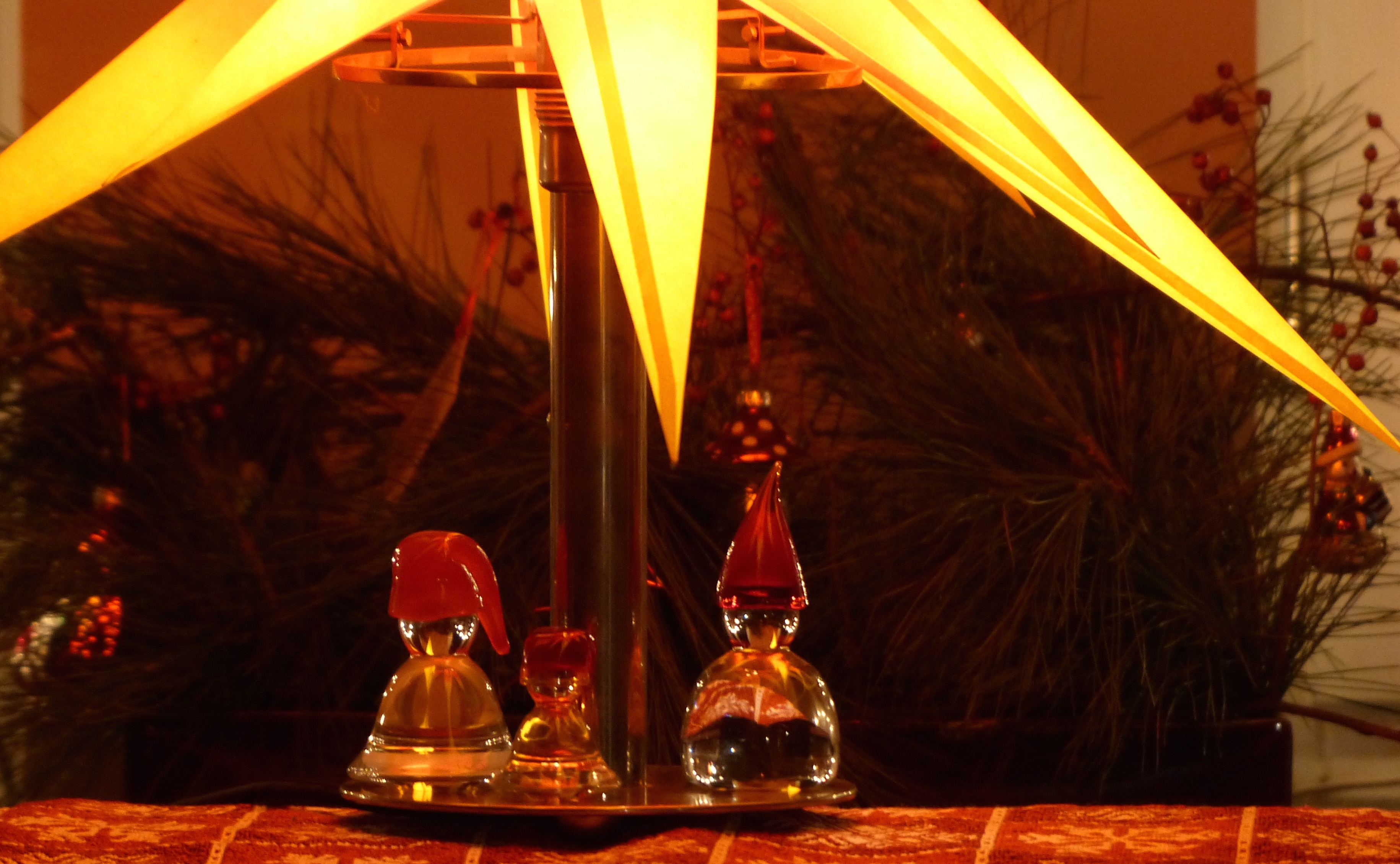
Een Nisse-familie onder een kerstster

## Servië en Montenegro

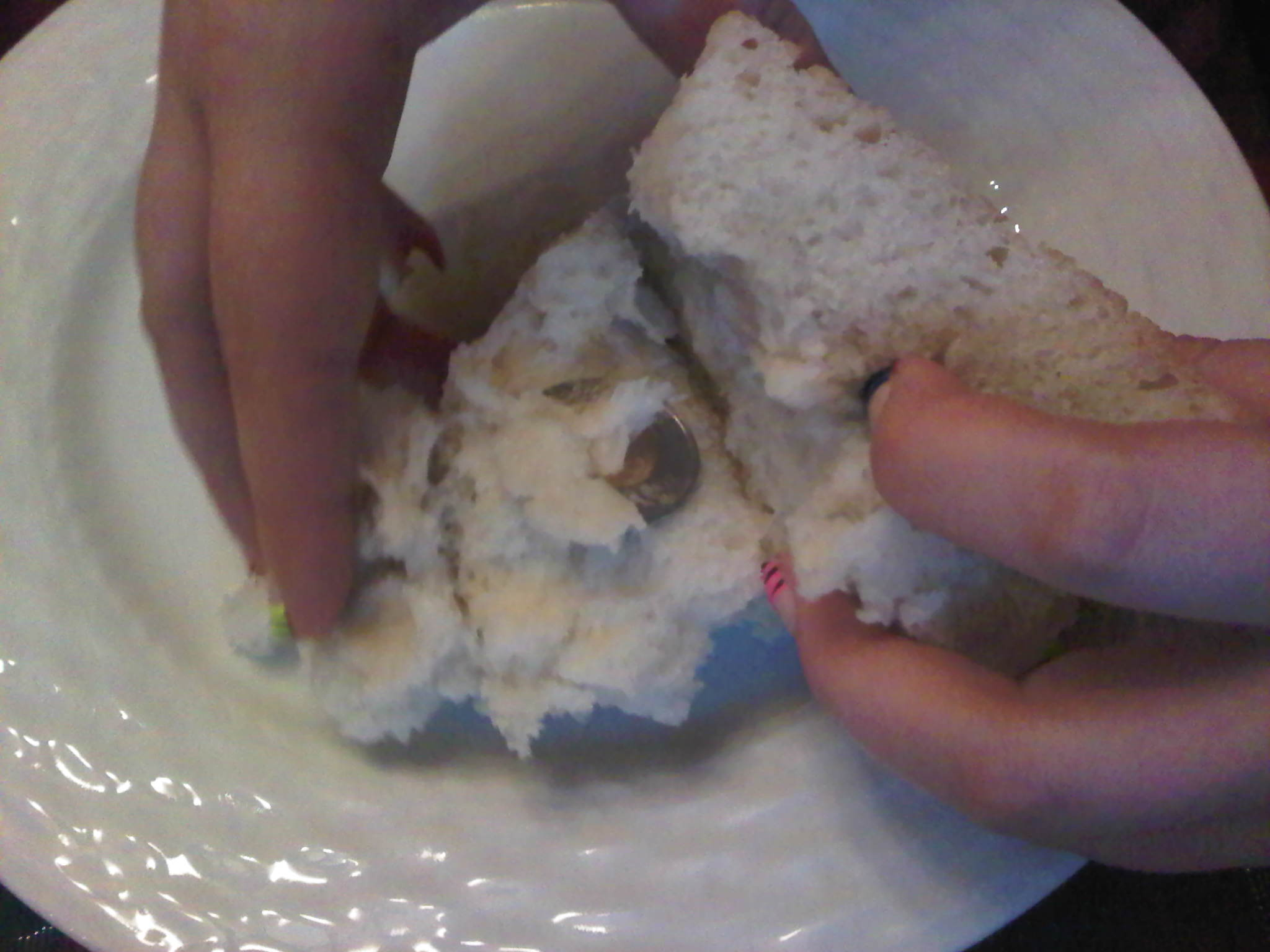
Een gouden munt in een traditioneel kerstbrood, 7 januari 2013, Servië

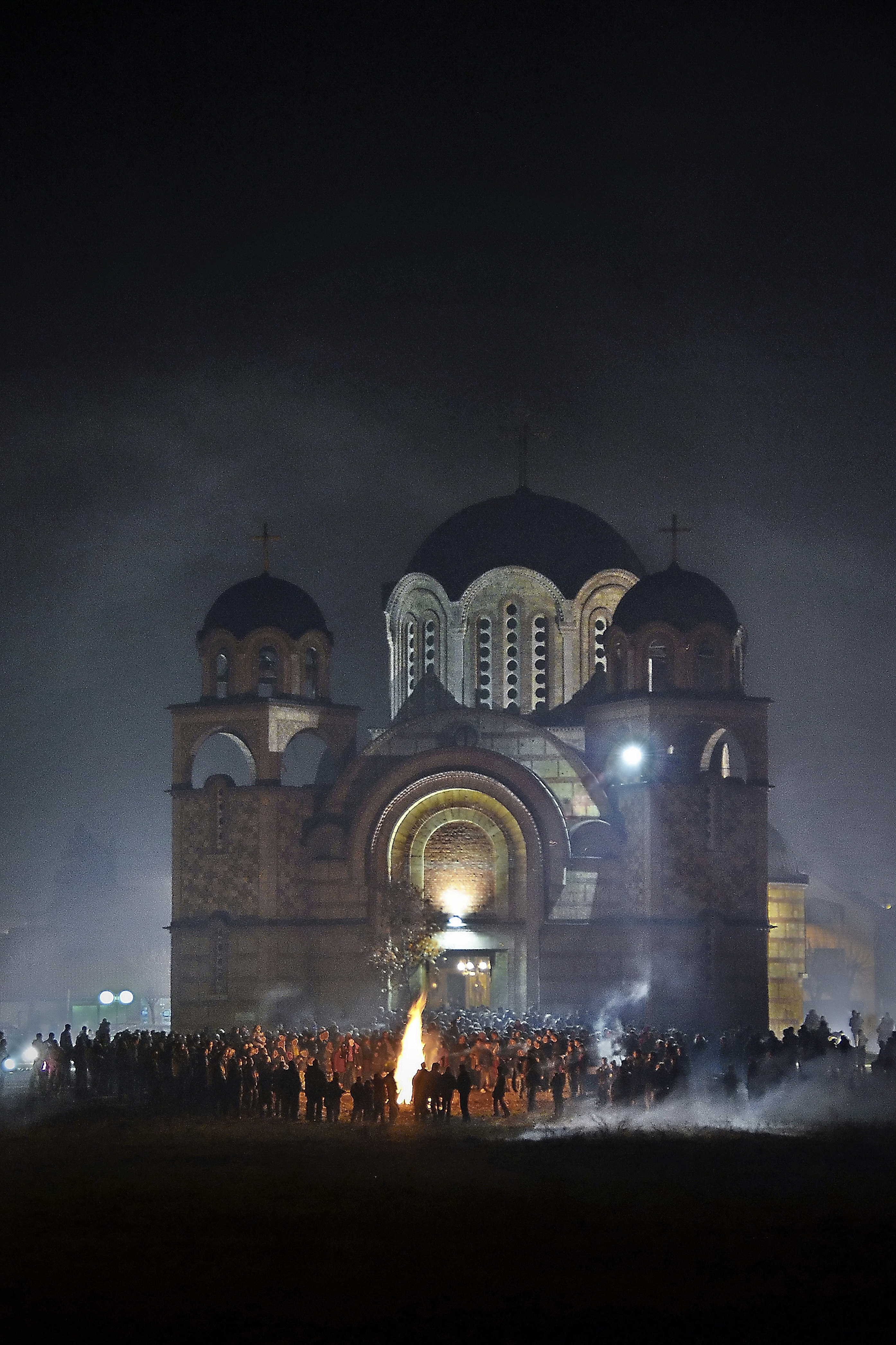
Het aansteken van de Badnjak (kerstboom) tijdens kerstavond, dit wordt gevierd op 6 januari (volgens de Gregoriaanse kalender, de dag vóór orthodox Kerstmis)

Ook in Servië is de orthodoxe kerk de grootste kerk. Zodoende wordt Kerstmis (Božić, uitgesproken als »bozhjitj«) hier op 7 januari gevierd. Zoals alles in de orthodoxe kerk gaat dit veel minder uitbundig, maar innerlijk dieper dan bij bijvoorbeeld de Rooms-Katholieke Kerk. Oud en Nieuw, de week ervoor, wordt echter door de niet-gelovigen wel gevierd, in huiselijke kring met een speciale maaltijd en met nieuwjaarsfeesten. Dit is echter het resultaat van de westerse oriëntatie van de twintigste-eeuwse staatsleiders, die de oeroude nationale erfenis de rug toekeerden. In Servië wordt van oudsher 13/14 januari als Oud en Nieuw gevierd, wat inmiddels in stabiele opkomst is.
In Servië wordt ook Koleduvane uitgevoerd. In overeenstemming met de kersttradities van de Serviërs bestaat hun feestmaaltijd uit een overvloedige en gevarieerde selectie aan gerechten, hoewel deze volgens de regels van het vasten wordt bereid. Naast een rond, ongezuurd brood en zout (die noodzakelijk zijn) kan deze maaltijd bestaan uit geroosterde vis, gekookte bonen, zuurkool, noedels met gemalen walnoten, honing en wijn.
Voor zonsopgang op kerstavond gaan getrouwde mensen in Servië met leden van hun huishouden naar het bos, waar ze een boom kiezen voor de 'Badnjak' of 'Badnyak'. Om te beginnen worden er handenvol maïs tegen de boom gegooid. Ze omarmen het vervolgens met de woorden: "Goedemorgen en een fijne kerst voor jou." Dan begint het omhakken ervan, waarbij men ervoor zorgt dat het hout alleen aan de oostkant wordt versnipperd. De houthakkers dragen handschoenen, zodat er geen besmetting kan optreden die de betovering kan verbreken. De eerste snipper die valt, wordt zorgvuldig bewaard en naar de koeienstallen gebracht om de dieren tegen het Boze Oog te beschermen. Wanneer de boom gekapt is, wordt hij naar de woning van degene die de boom heeft omgehakt gebracht, waar hij tot de avond aan de oostkant van het huis blijft staan. Vervolgens worden heilige kaarsen aan weerszijden van de huisdeur geplaatst en wordt de Badnjak naar binnen gebracht, waarbij nog steeds handschoenen worden gebruikt. Vervolgens wordt het verbrand. De uiteinden blijven behouden, omdat ze verondersteld worden een wonderbaarlijke kracht te hebben voor het behoud van gewassen en het opleveren van grote hoeveelheden varkens en andere voordelen die boeren waarderen.
Een česnica (afgeleid van het zelfstandig naamwoord čest, wat "delen" betekent), ook wel Božićna pogača genoemd, is het ceremoniële ronde brood dat een onmisbaar onderdeel is van het kerstdiner in de Servische traditie. De bereiding van dit brood kan gepaard gaan met verschillende regels en rituelen. Vaak wordt er tijdens het kneden een munt in het deeg gestopt; er kunnen ook andere kleine voorwerpen in worden gestopt. Aan het begin van het kerstdiner wordt de česnica drie keer tegen de klok in gedraaid, voordat hij onder de familieleden wordt gebroken. De persoon die de munt in zijn stuk brood vindt, zal naar verluidt uitzonderlijk veel geluk hebben in het komende jaar. De česnica werd in het volksgeloof gebruikt om voorspellingen te doen en de opbrengst van de oogst te beïnvloeden. In Semberija stoppen families een stuk van de eerste splinter die ontstaat bij het kappen van de badnjak in het deeg. De česnica wordt gewoonlijk gemaakt van tarwemeel en gebakken op kerstavond of de vroege kerstochtend door het hoofd van het huishouden of de vrouw des huizes. Het water voor het deeg wordt in sommige gebieden op kerstdag voor zonsopgang verzameld uit een bron of put, waarin een handvol graan wordt gegooid. 
In het traditionele volksgeloof kan de česnica in sommige regio's worden gebruikt voor waarzeggerij . In Bosnië worden , wanneer het deeg is gevormd en klaar is om te bakken, een aantal inkepingen in het bovenste oppervlak ervan gesneden en worden zaden van verschillende gewassen in de inkepingen geplaatst. Hoe meer een inkeping is gestegen wanneer de česnica wordt gebakken, hoe productiever het gewas waarvan het zaad erin zit het volgende jaar zal zijn.
Pijukanje wordt uitgevoerd op de vooravond van Kerstmis. Er wordt stro binnengebracht om de vloeren te bedekken en een van de ouderen wordt binnengebracht. Dan "voedt de gastheer zijn kippen" door snoep, fruit, kleine cadeautjes en zelfs een paar munten in het stro te gooien. Kinderen verzamelen de cadeautjes terwijl ze zich voordoen als kippen.

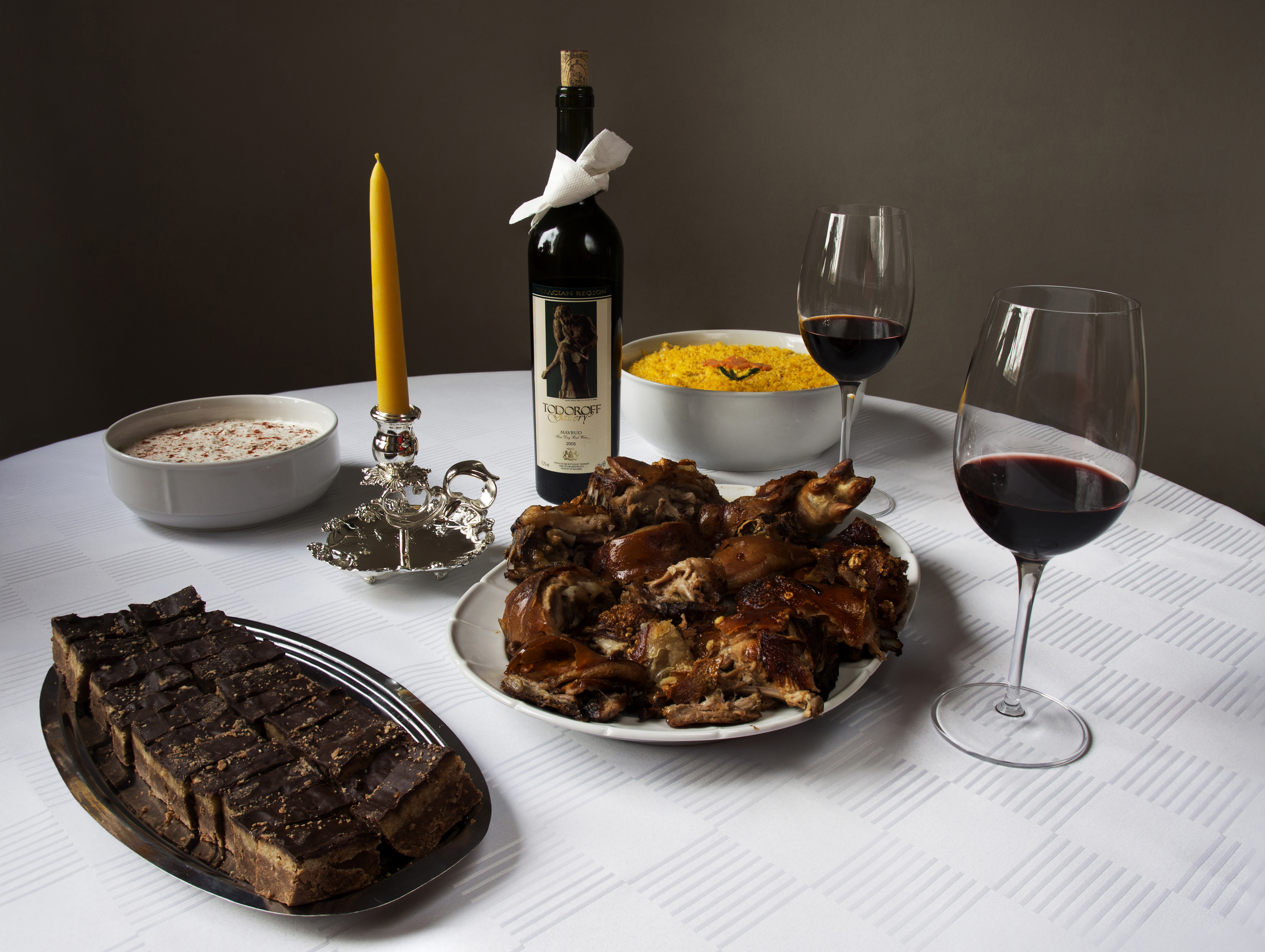
Typische kersttafel in Servië, 7 januari 2014. Gegrild varkensvlees, Oliviersalade (ook wel Russische salade genoemd), dzadziki-salade, rode wijn en Bajadera-snoepjes.
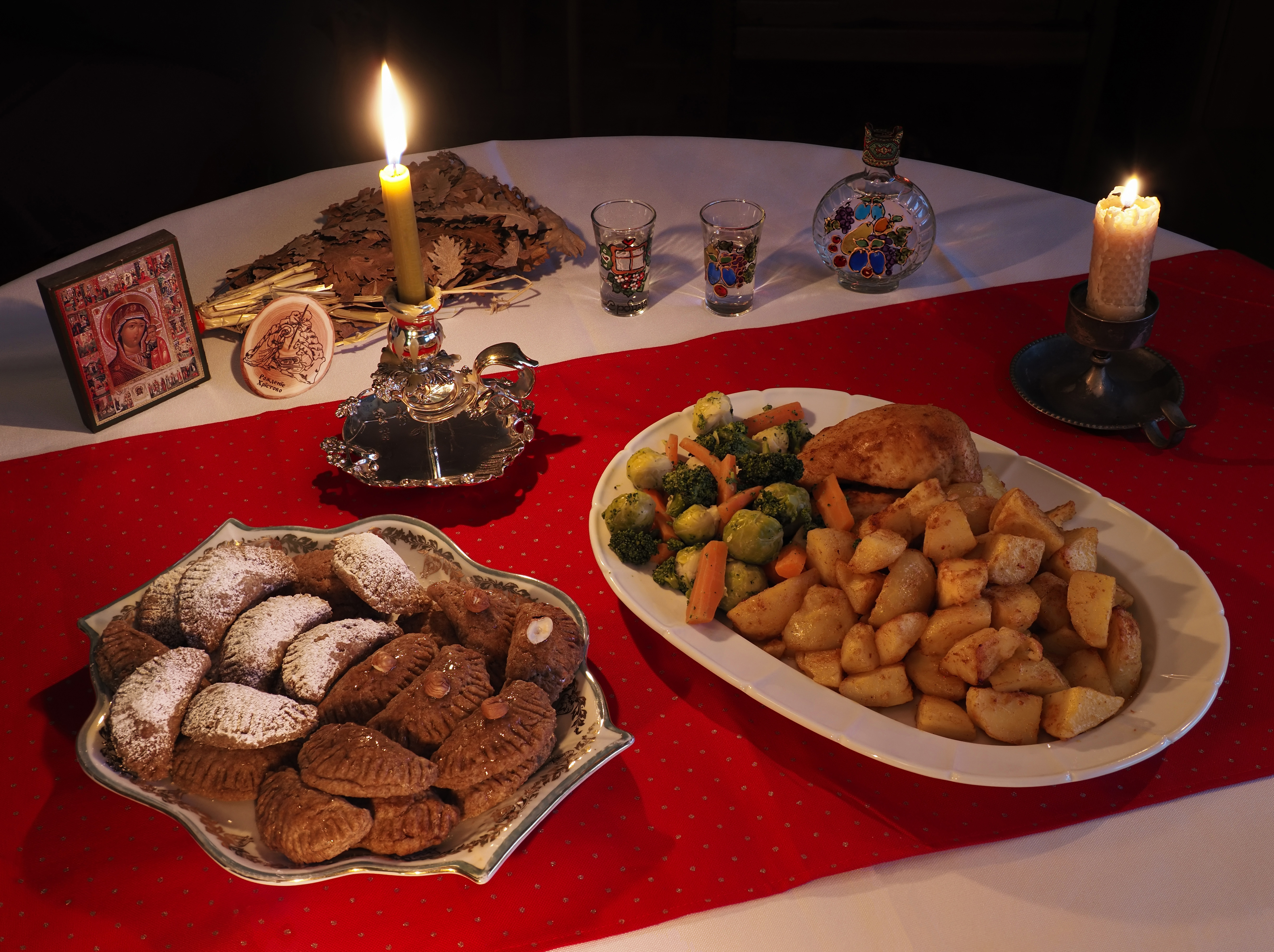
Kerstdiner met de kaarsen. Gekookte en gegrilde aardappel met kip, gekookte groenten en Gurabije koekjes. Versierde tafel met icoon "Onze Lieve Vrouw van Kazan" en Badnjak-boom.
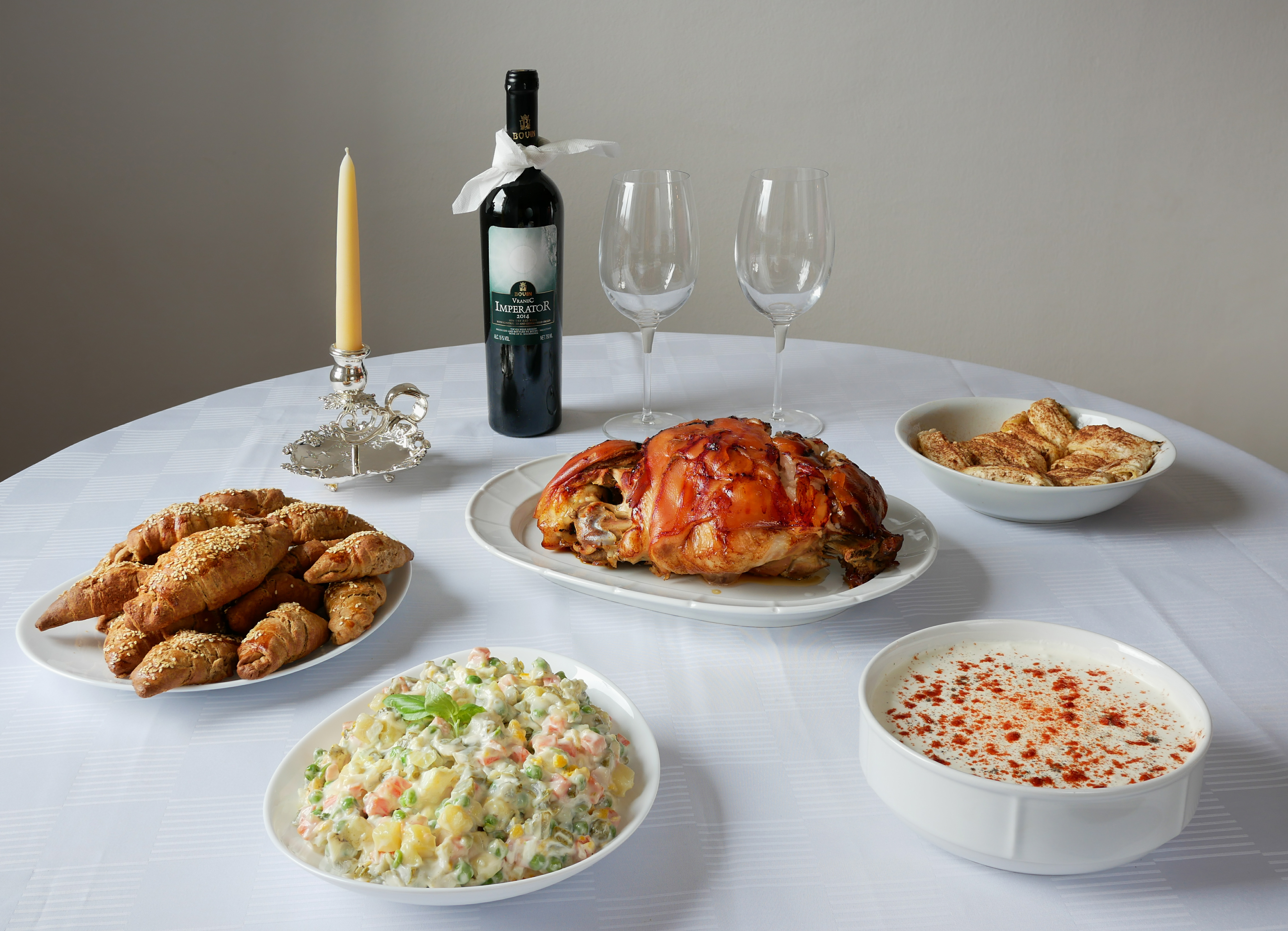
Servische kersttafel: gebakken varkensvlees, Olivier-salade (in westerse landen “Russische salade” genoemd), tzatziki, rode Vranac-wijn, strudel, broodjes en kerstkaarsen.
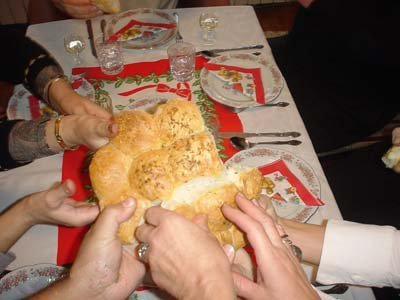
Česnica wordt in stukken gebroken
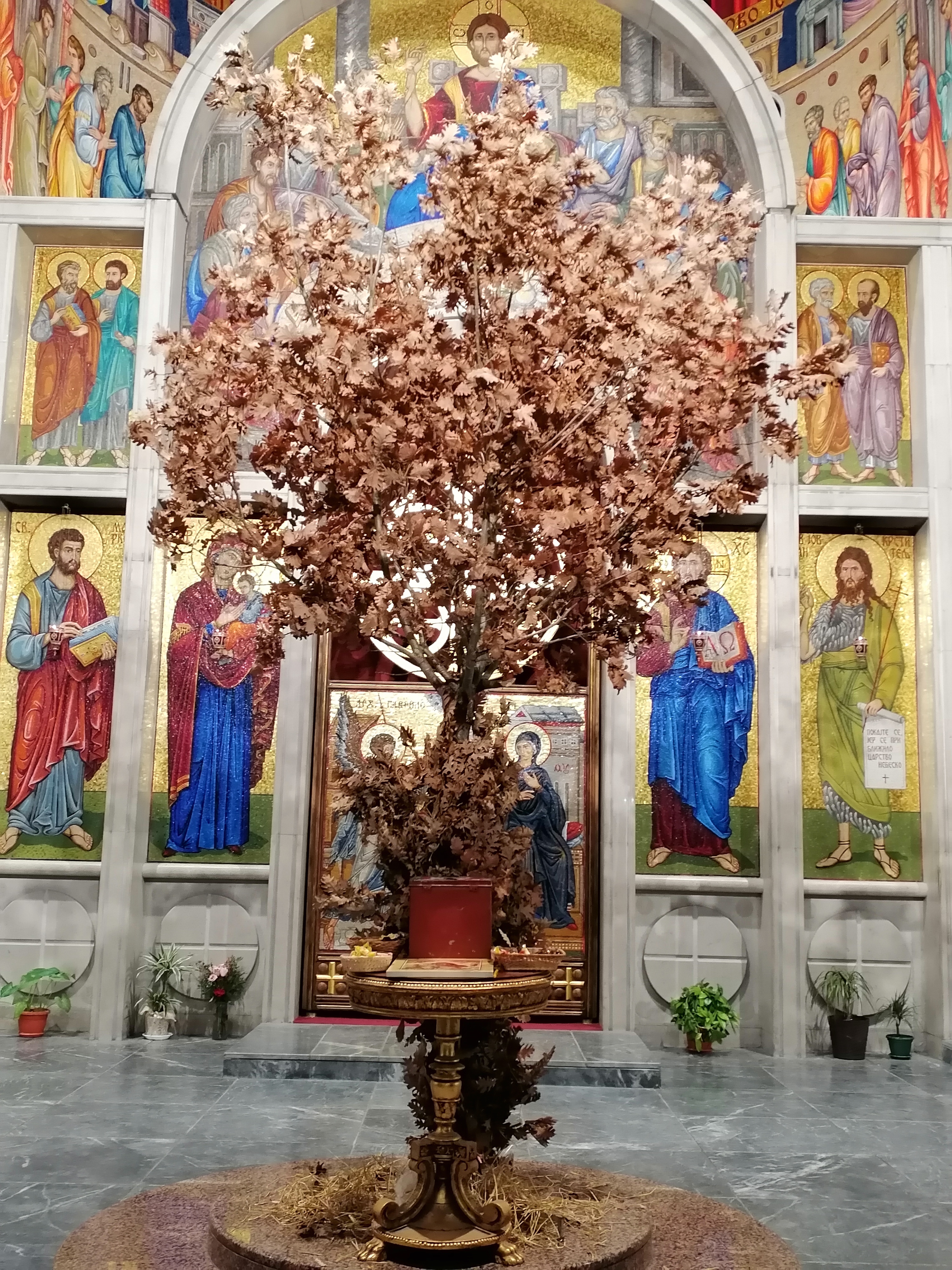
Een Badnjak in de Marcuskerk (Belgrado)
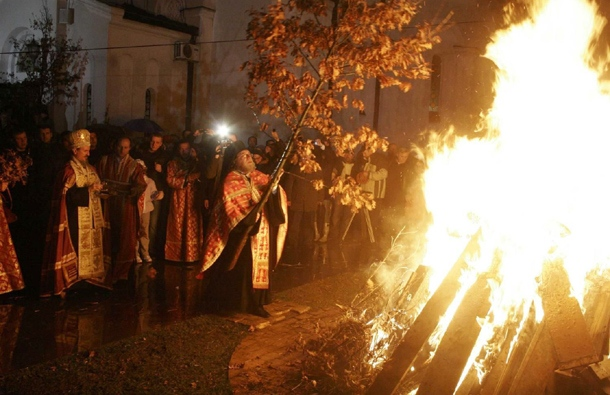
Een Servische orthodoxe priester plaatst de Badnjak op een vuur bij de Kathedraal van de Heilige Sava in Belgrado tijdens kerstavond, 6 januari 2010
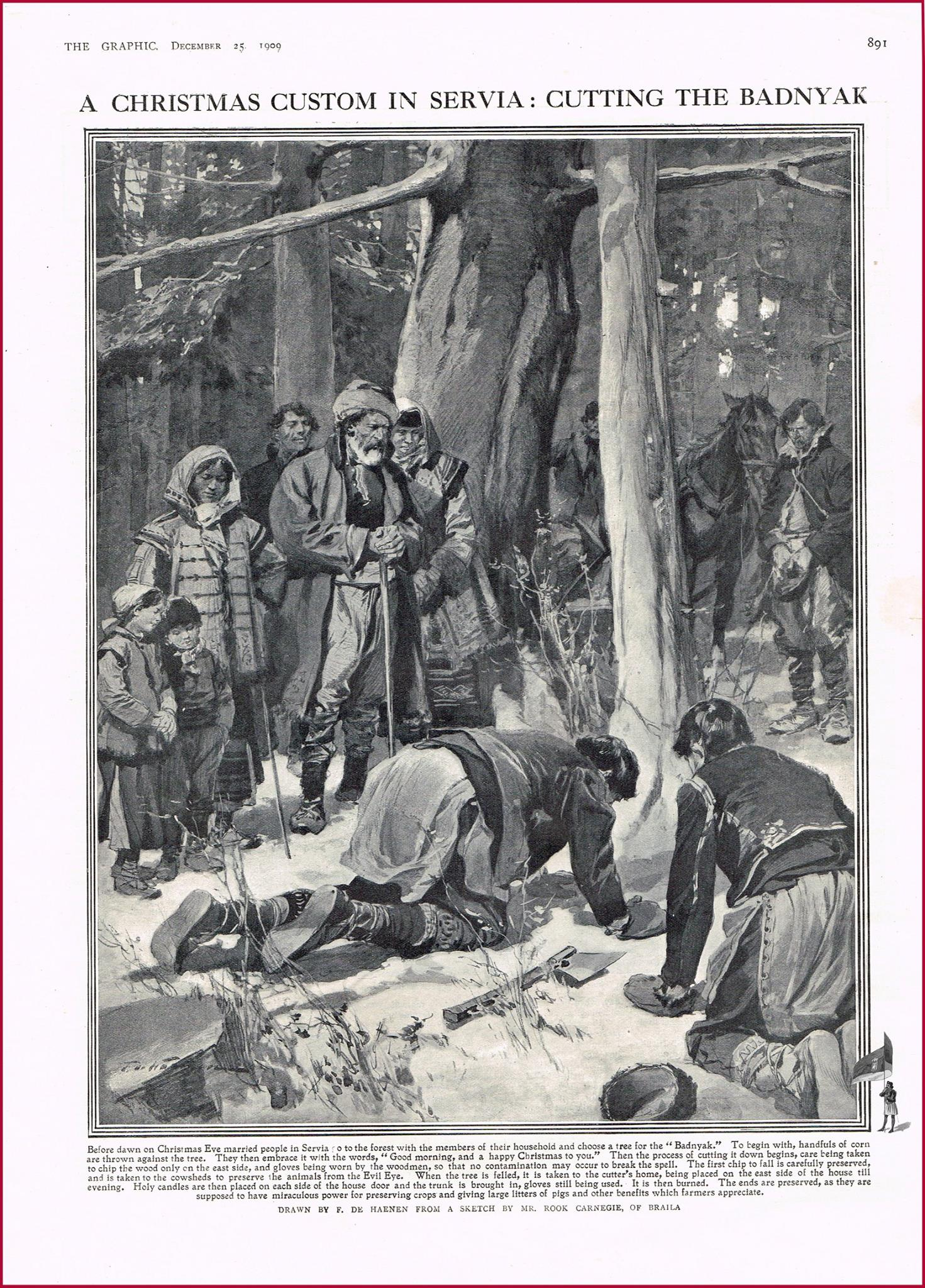
De Badnjak wordt omgehakt, een kerstgebruik in Servië, 25 december 1909
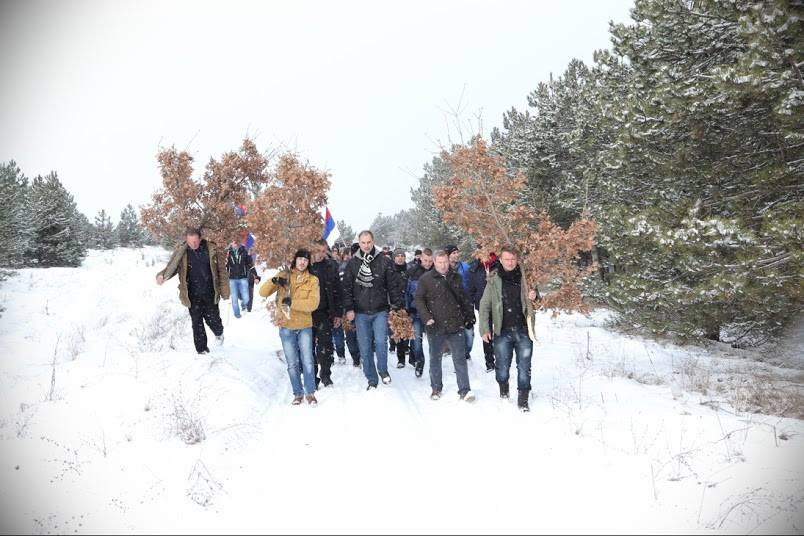
De Badnjak wordt naar huis gehaald
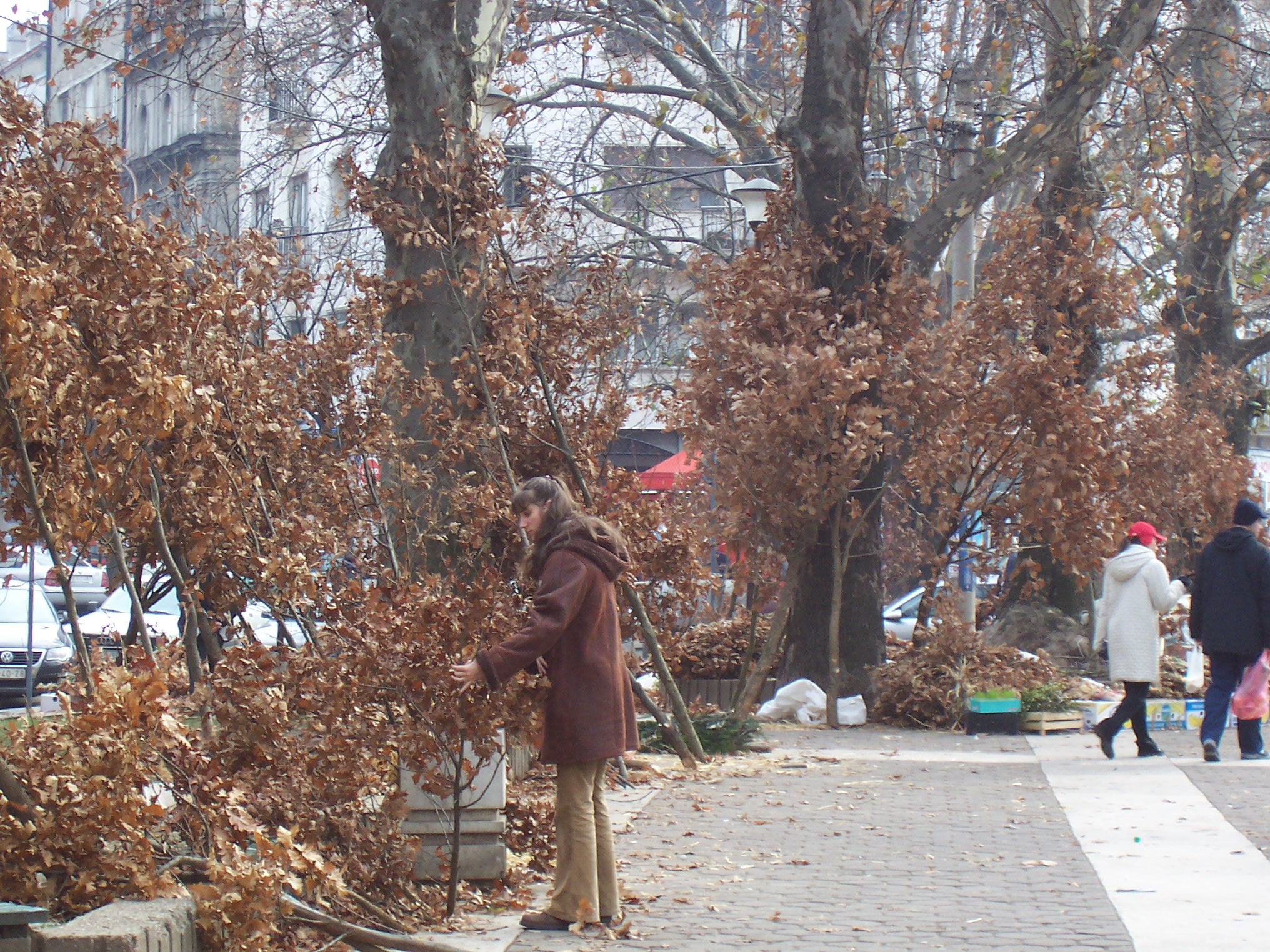
Een plaats waar Badnjaks worden verkocht in Kalenić, Belgrado, 6 januari 2007
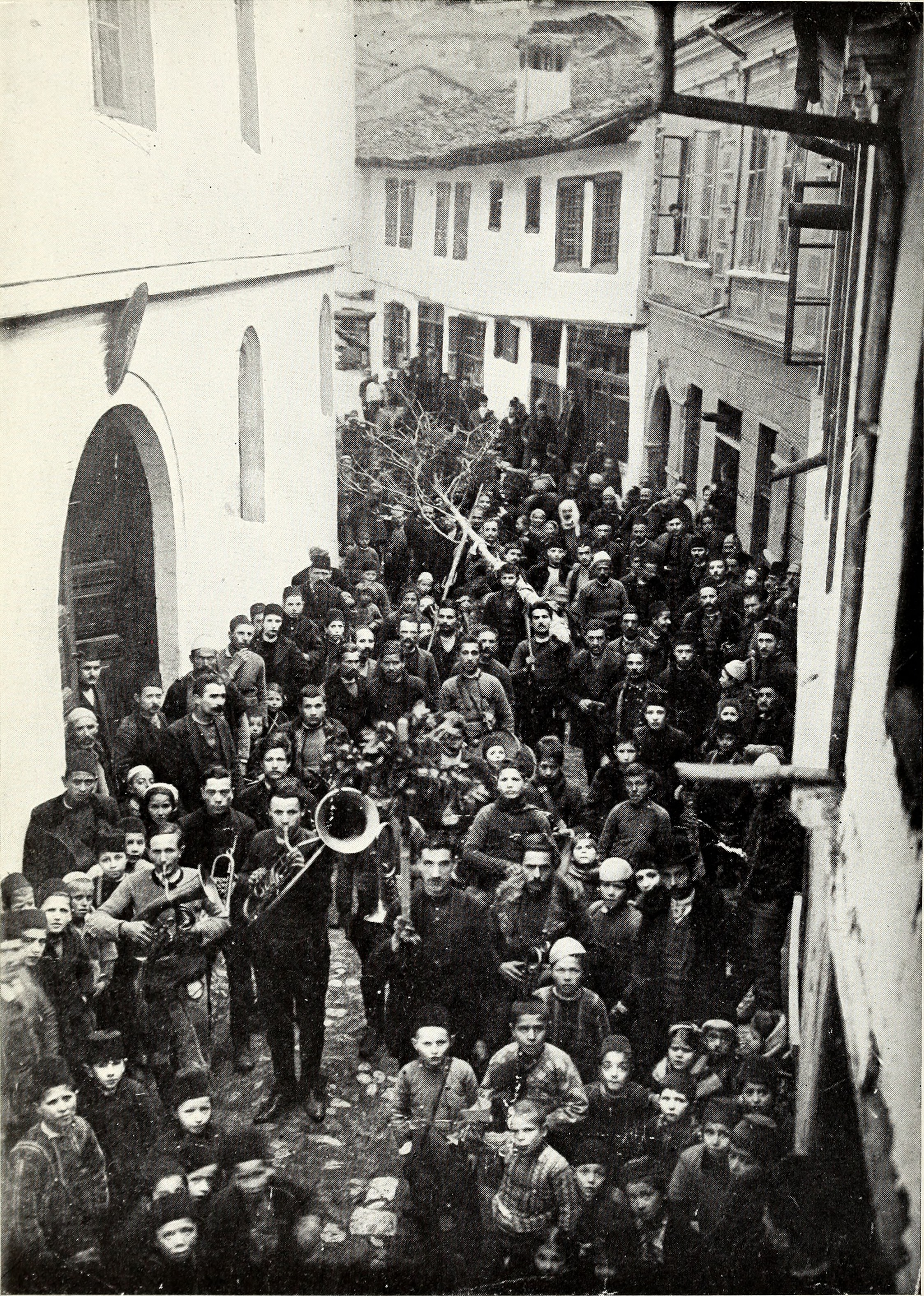
De Badnjak wordt door de straten gedragen, 1912
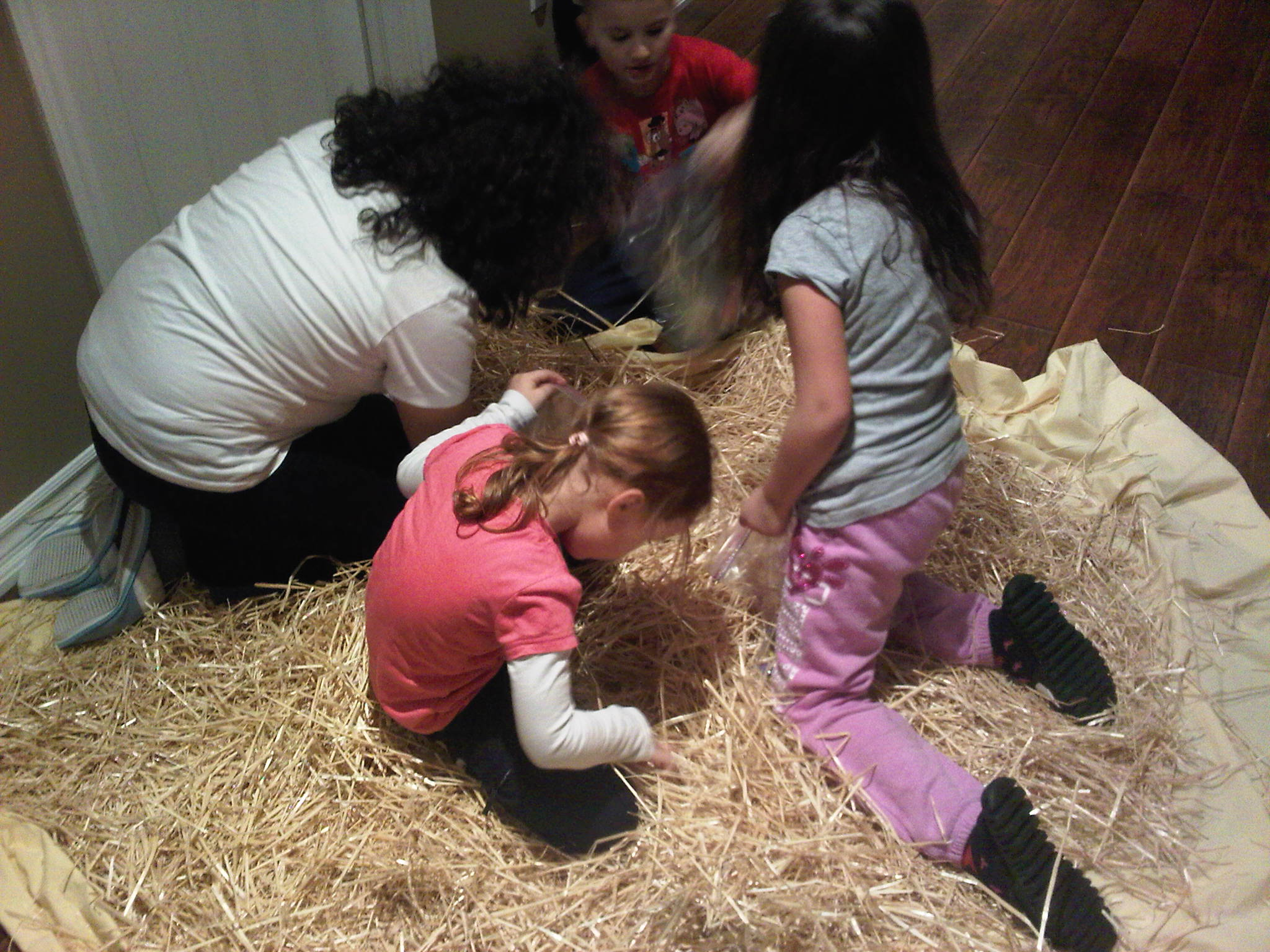
Pijukanje; het zoeken naar cadeautjes
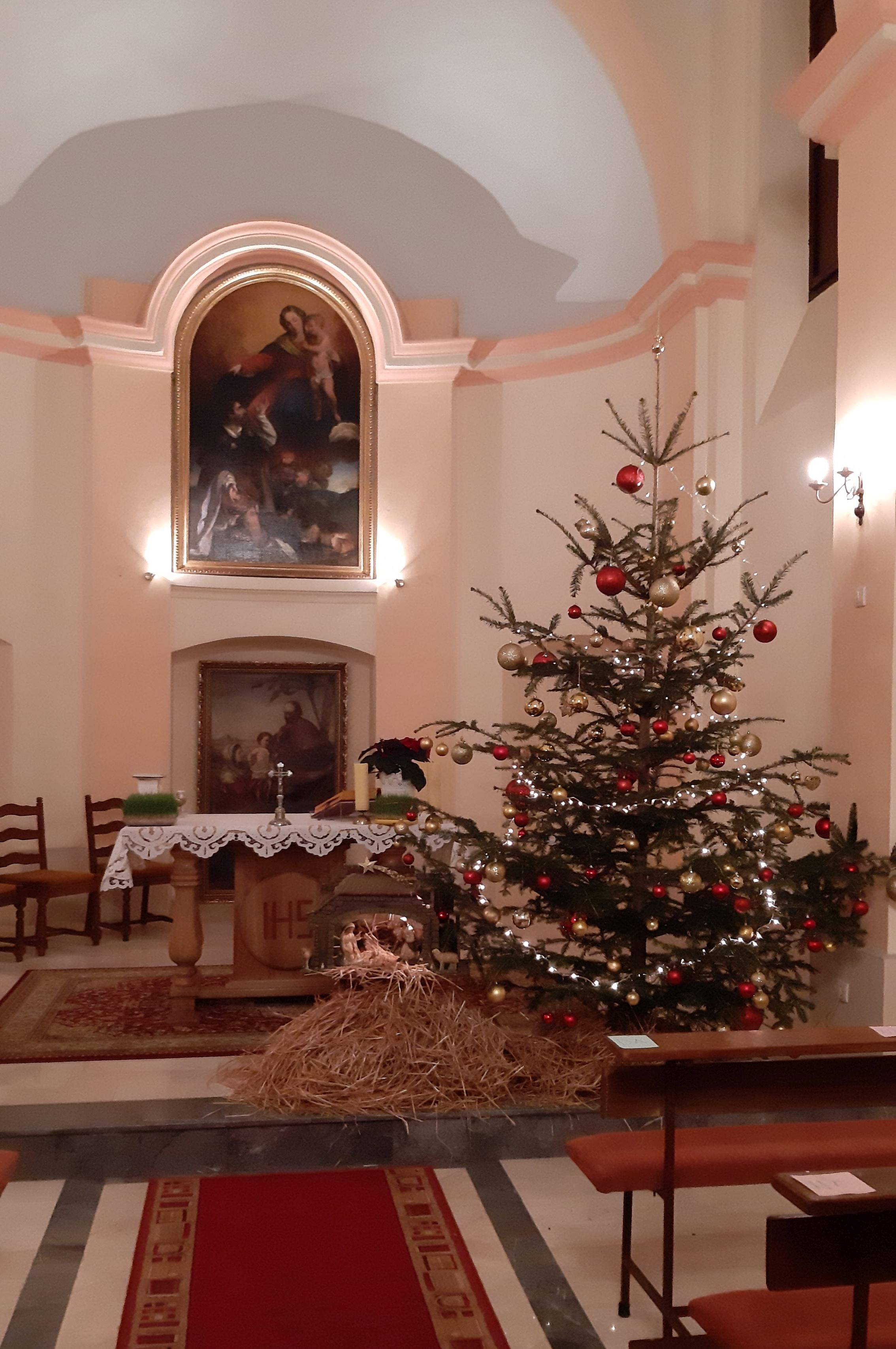
Het interieur van de Contumac-kapel van St. Roka in Zemun met stro, kerststal en kerstboom

## Seychellen

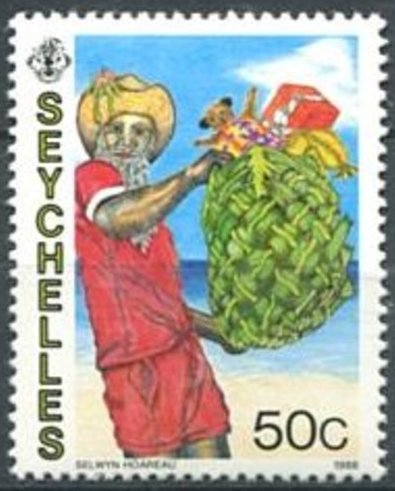
De kerstman op een kerstpostzegel van de Seychellen, 1988

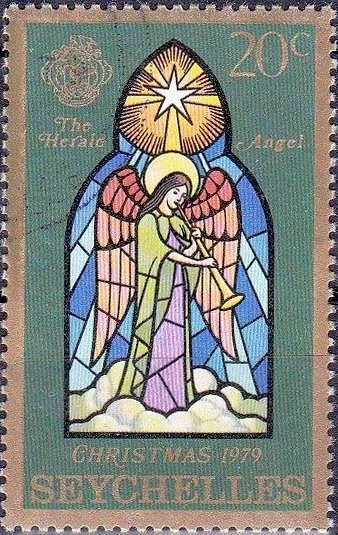
Kerstpostzegel van de Seychellen met The Herald Angel (Hoor de eng'len zingen d'eer), 1979

## Singapore

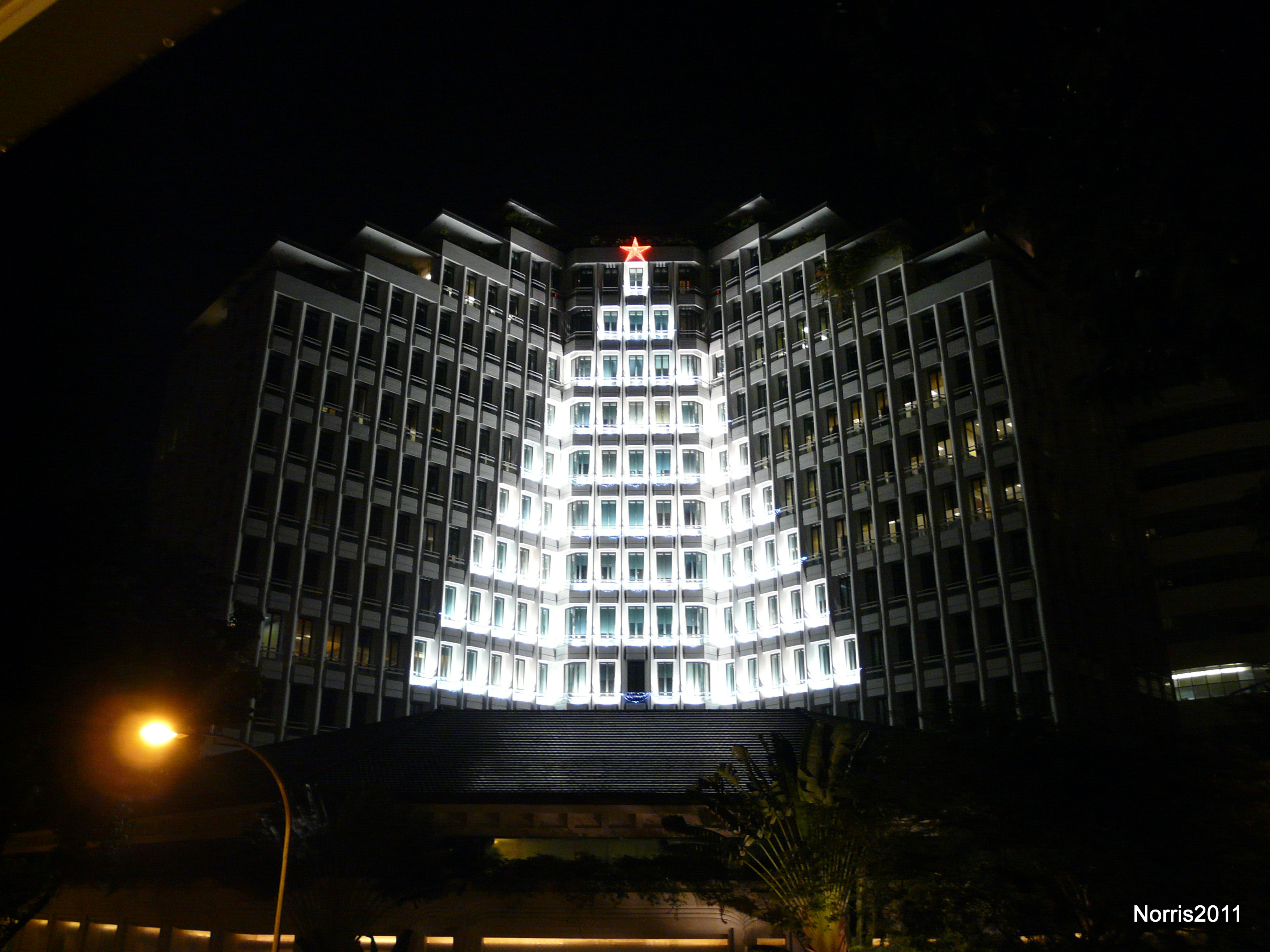
Een kantoorgebouw in Singapore als kerstboom verlicht voor de kerstperiode

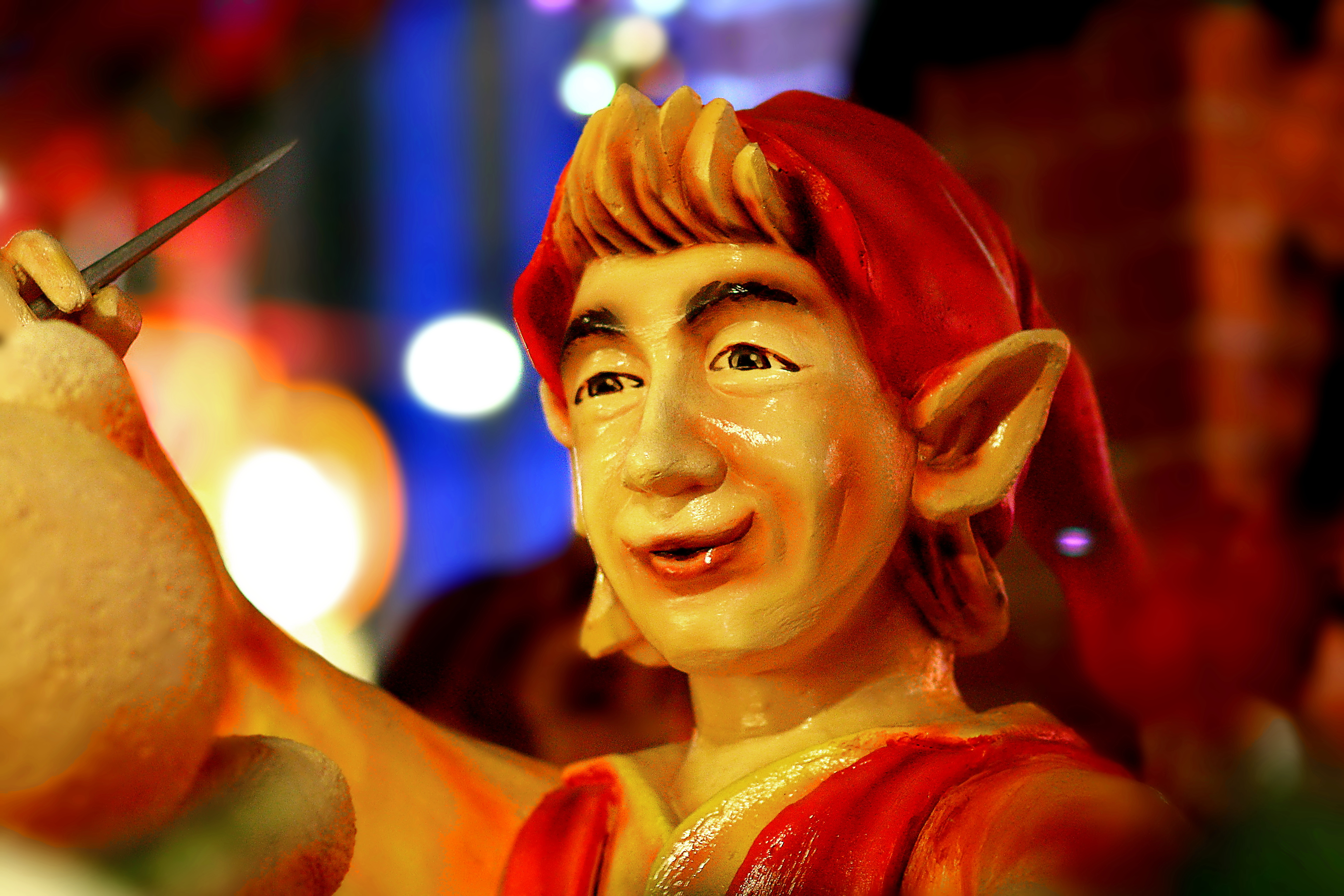
Kerstversiering in Singapore, 2012
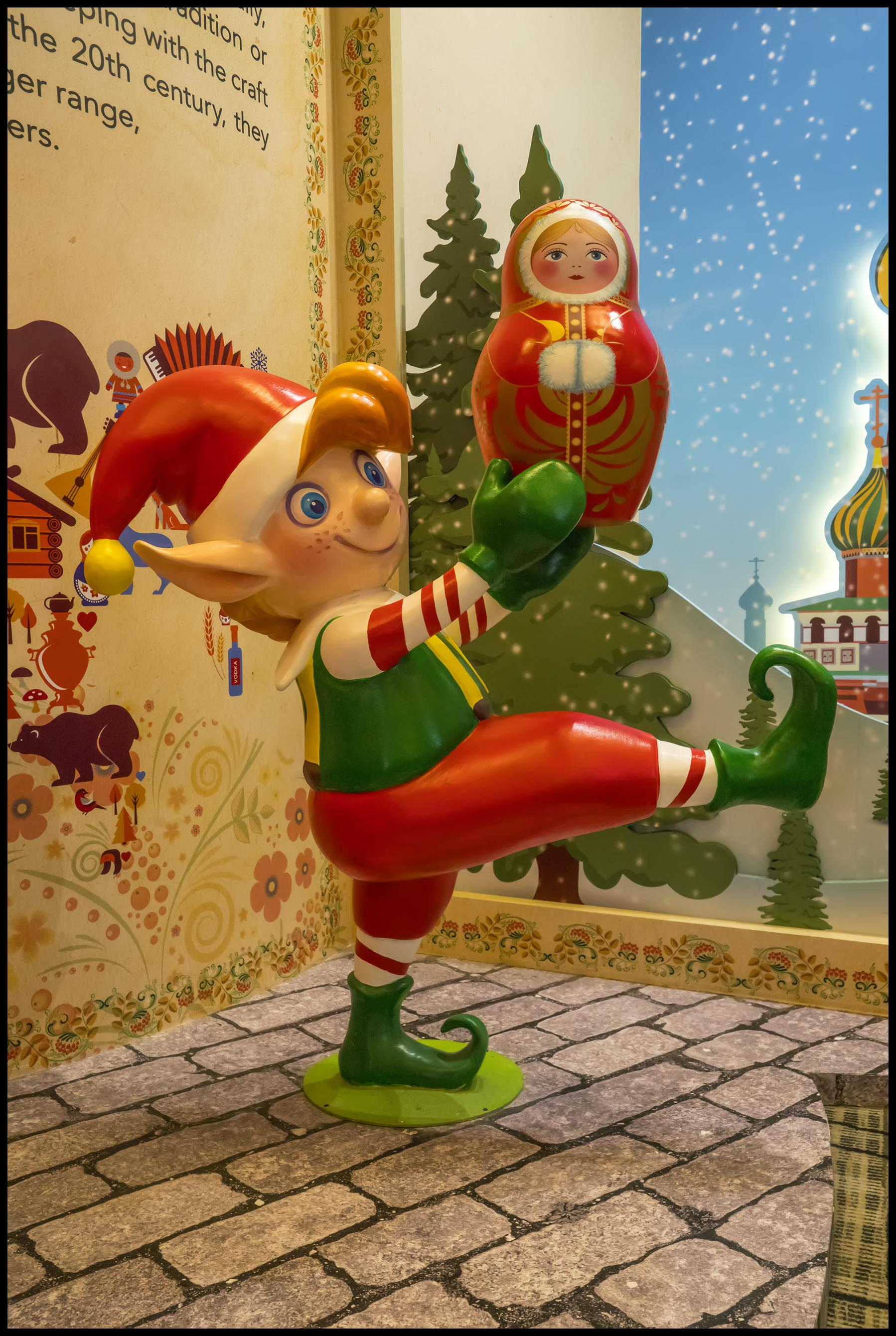
Kerstversiering op de Internationale luchthaven Changi; een kerst-elf met een Matroesjka
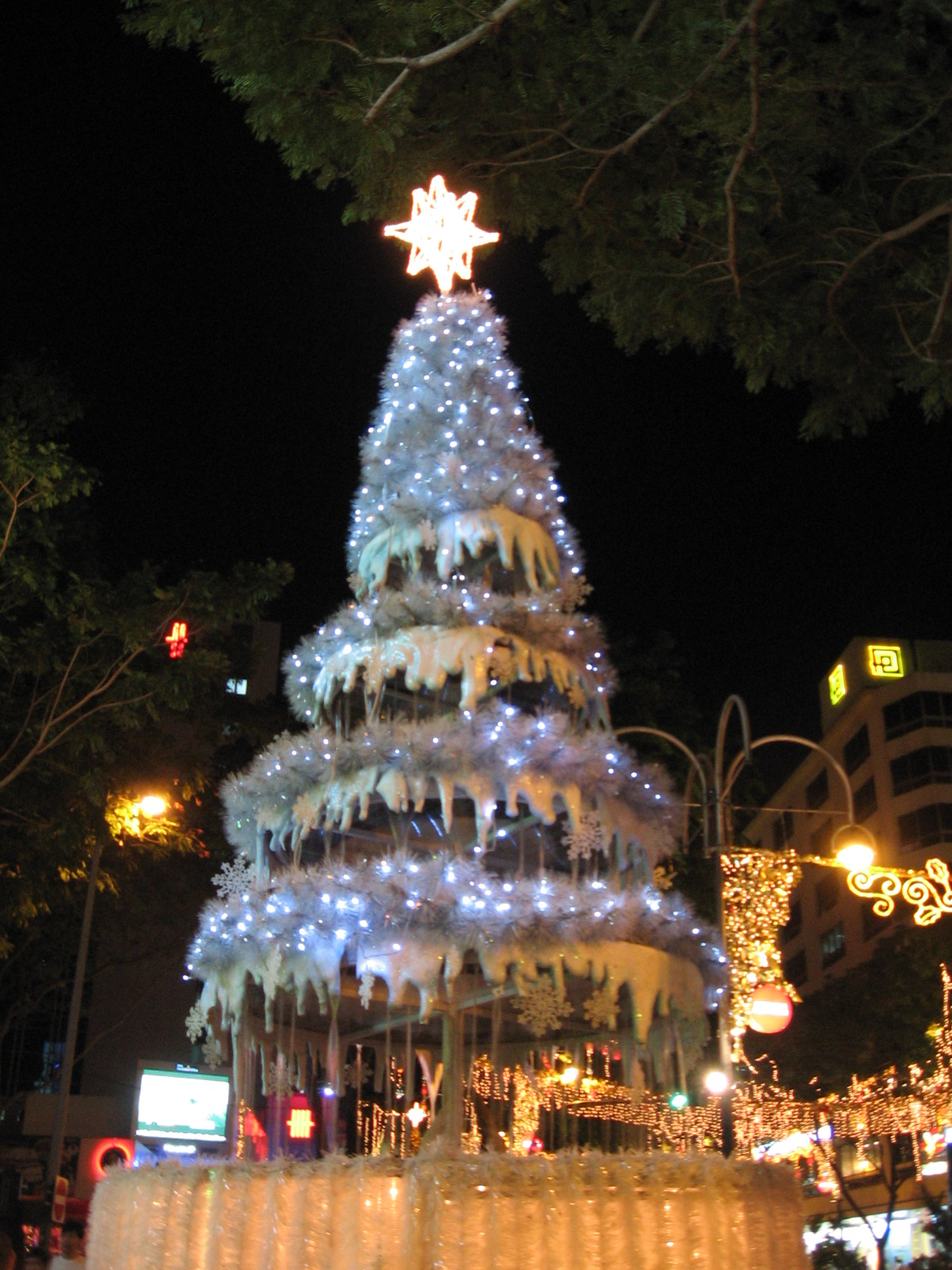
Kerstboom

## Slovenië
In Slovenië wordt Kolyada gevierd.

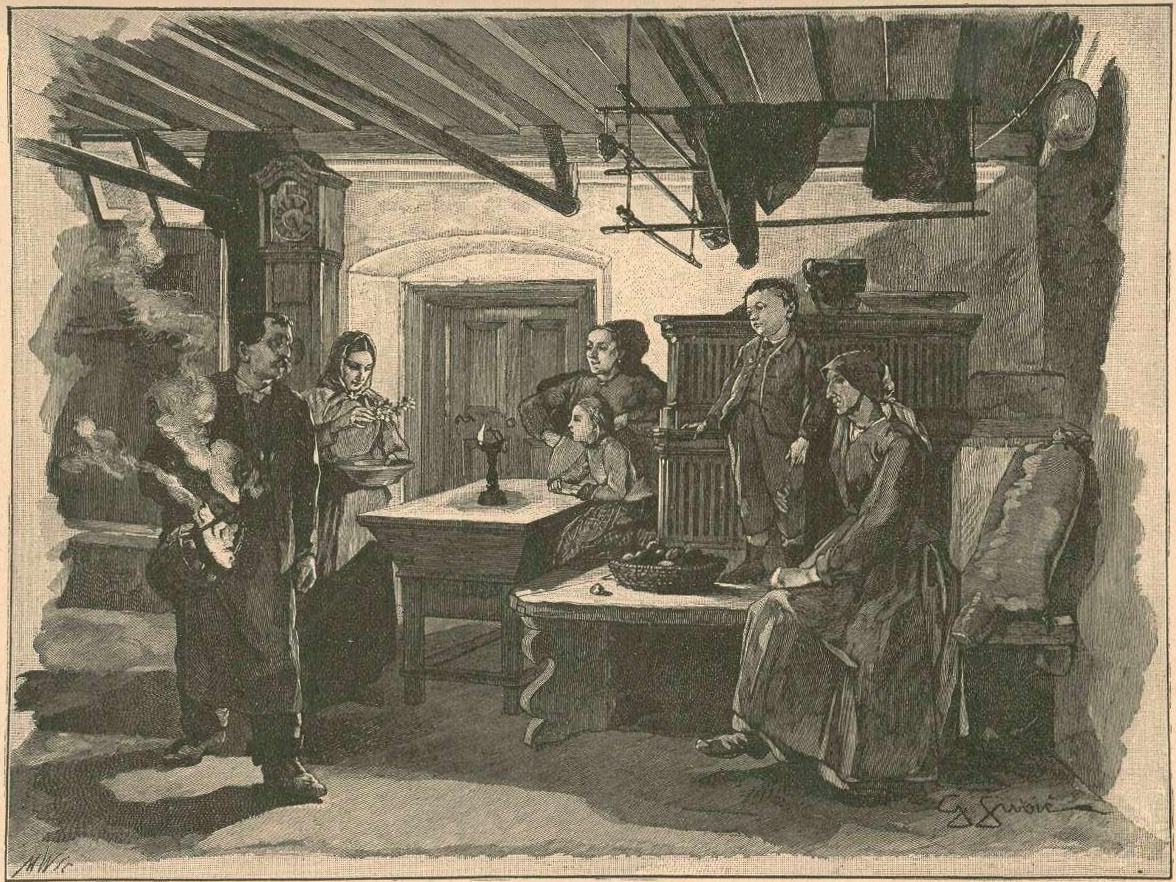
Kerstroken onder Slovenen

Meestal werd maretak of klimop in de hoek van het huis gehangen, voor het huis, achter het hek, boven de mestkuil, in de tuin of boven de put. De versiering was bescheiden, met alleen fruit zoals appels en vergulde of verzilverde walnoten of hazelnoten. De eerste modern versierde boom, zoals we die nu kennen, werd naar Slovenië gebracht door de Duitse brouwer Peter Luelsdorf, die in 1845 de eerste modern versierde kerstboom oprichtte in zijn brouwerij in Ljubljana. Duitse functionarissen, kooplieden en ambachtslieden verspreidden deze gewoonte snel tijdens het burgerlijke leven. De kerstbomen waren versierd met walnoten, gouden appels, anjers en kaarsen. Sloveense katholieken wezen deze gewoonte aanvankelijk af, omdat zij deze als typisch protestants beschouwden. De eerste versierde kerstmarkt in het land vond plaats in Ljubljana in 1859.
Na de Tweede Wereldoorlog, tijdens de periode van Joegoslavië , verboden de autoriteiten de openbare viering van Kerstmis en verboden ze sparrenbomen op openbare plaatsen (steden, markten en winkels) te plaatsen. In plaats daarvan begonnen ze nieuwjaarsbomen op te zetten. De dennenboom is een symbool van het socialisme en wordt in de Slavische mythologie sterk geassocieerd met loyaliteit, moed en waardigheid. Met de komst van de onafhankelijkheid keerde de viering van Kerstmis terug naar de Sloveense straten.

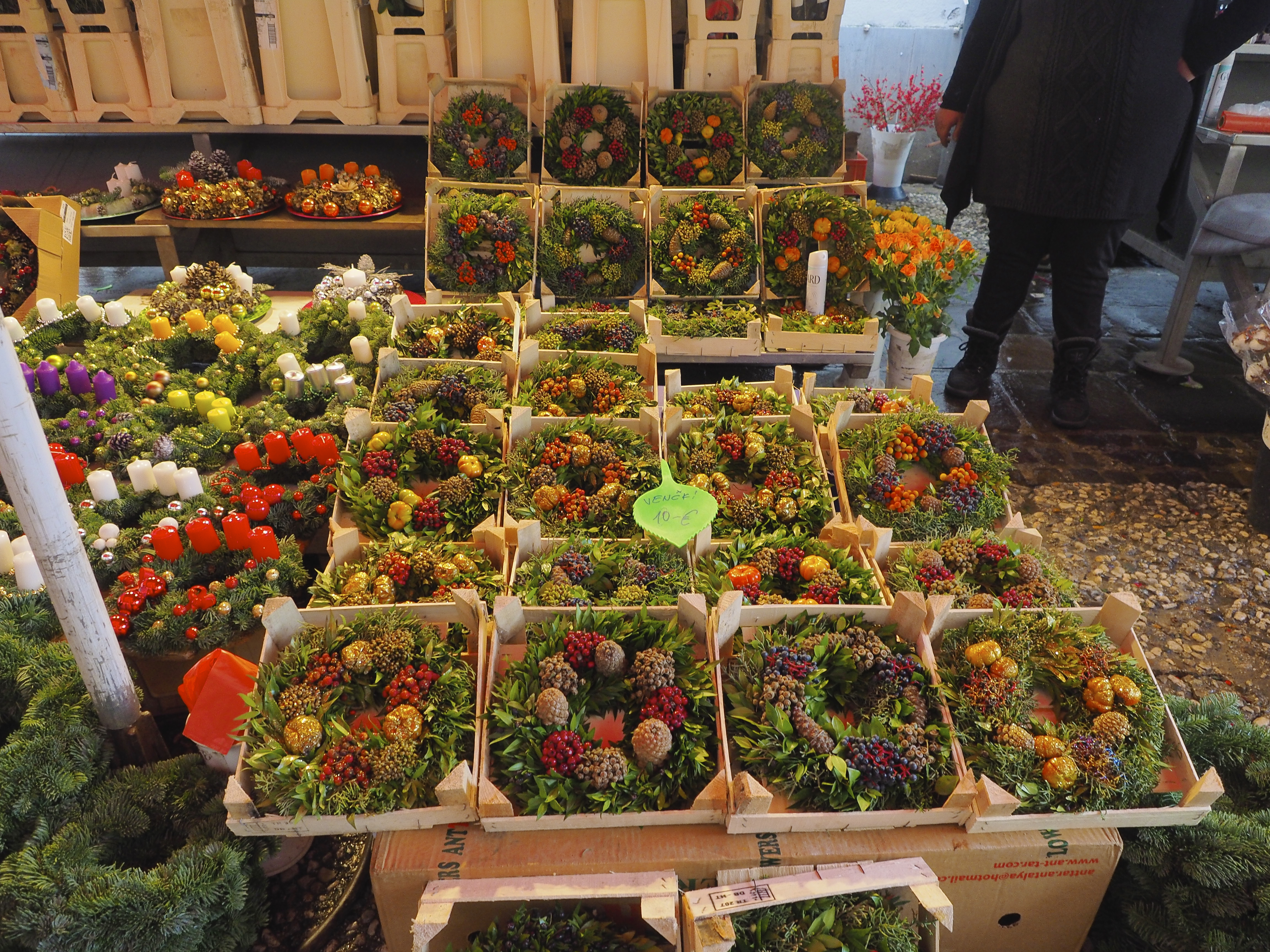
Kerstkransen in Ljubljana
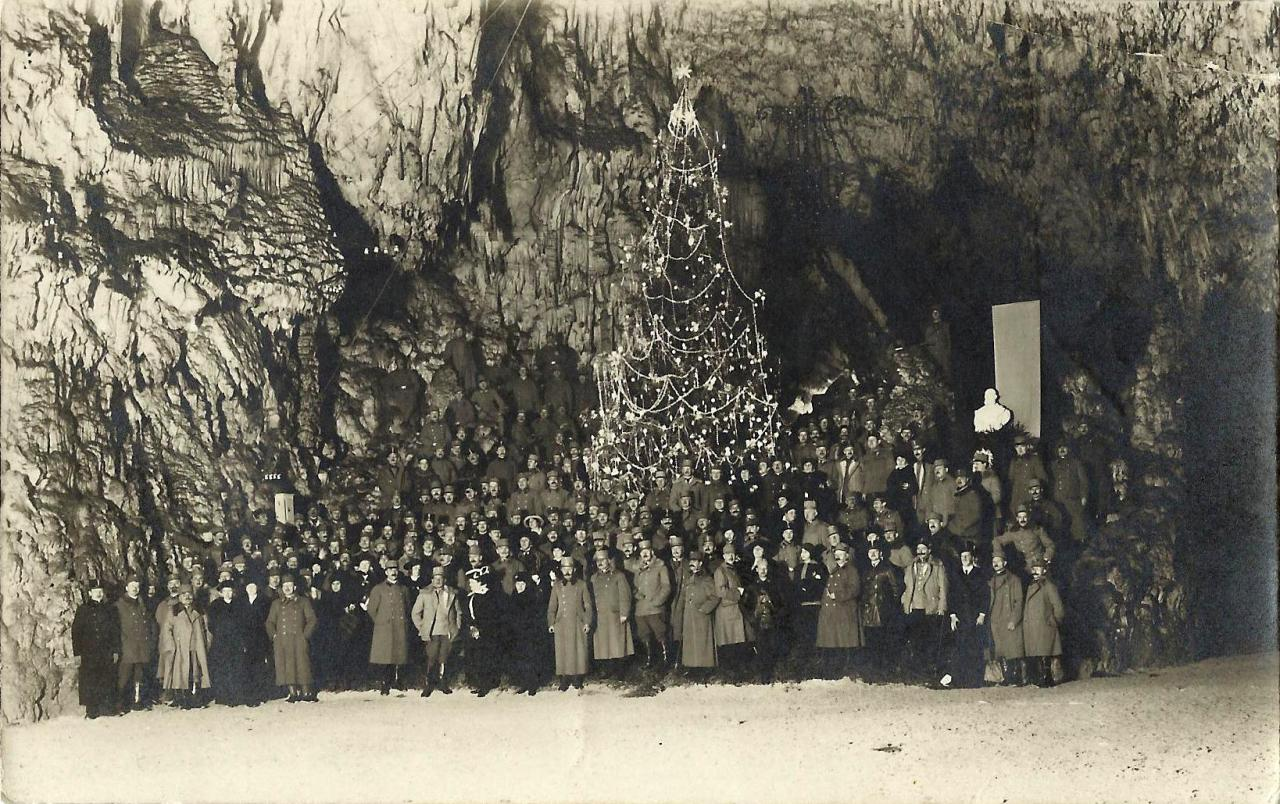
Kerstboom in de Grotten van Postojna, 1915
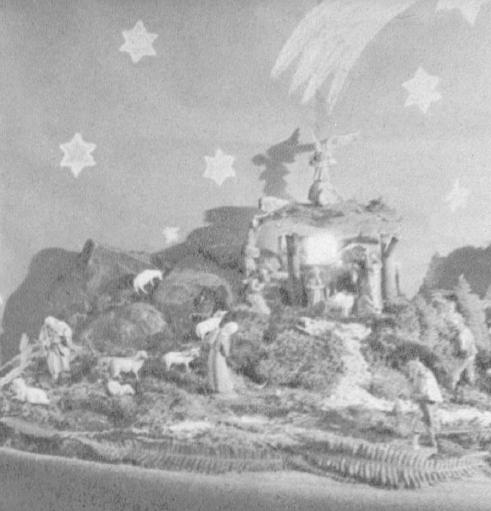
Kerststal, 1944
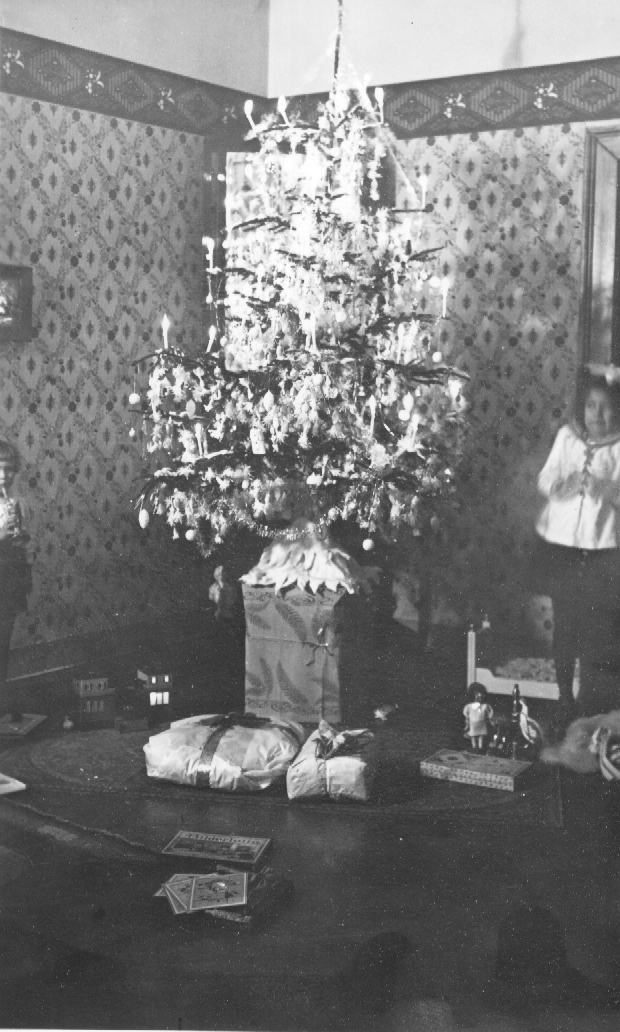
Een kerstboom, 1944
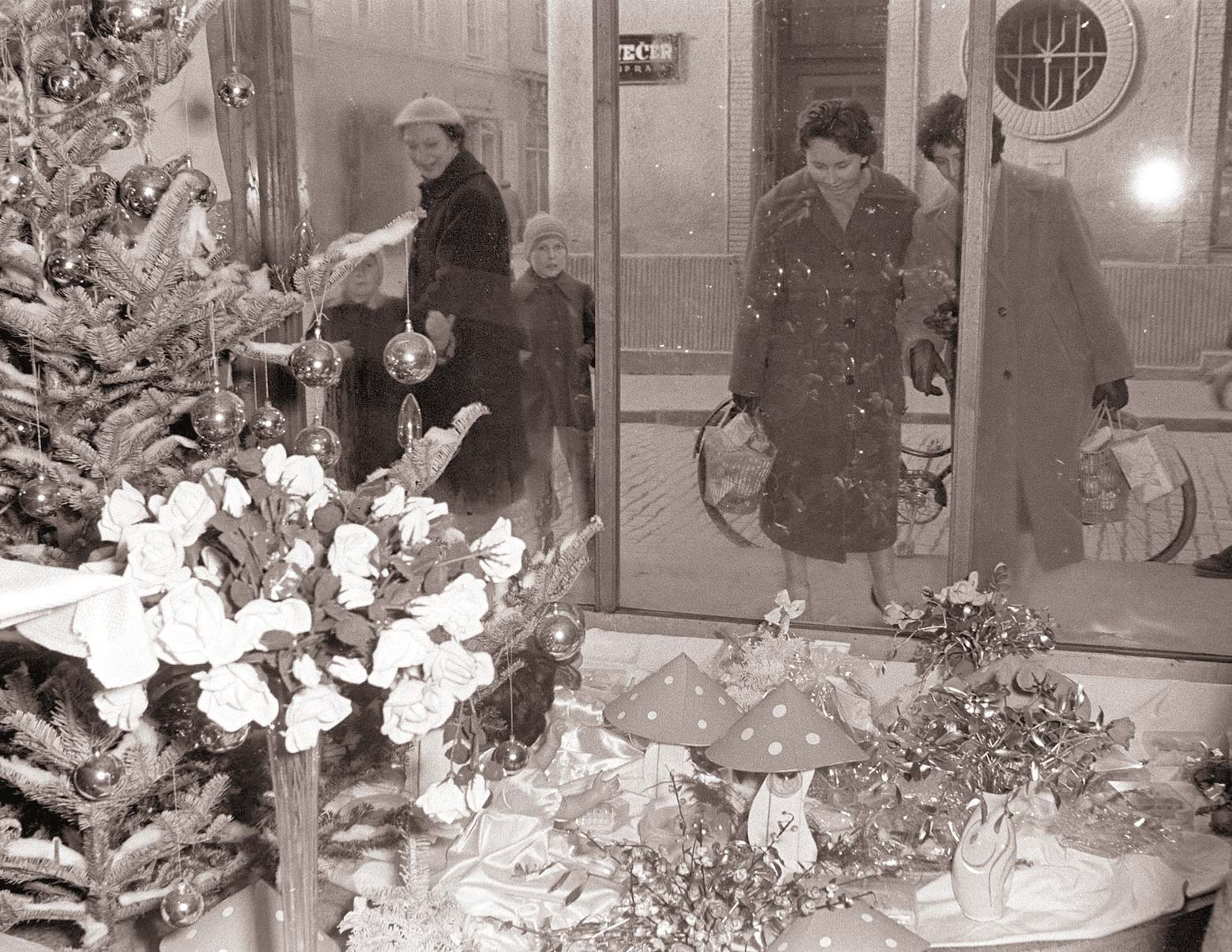
Mensen kijken in een etalage, 20 december 1959
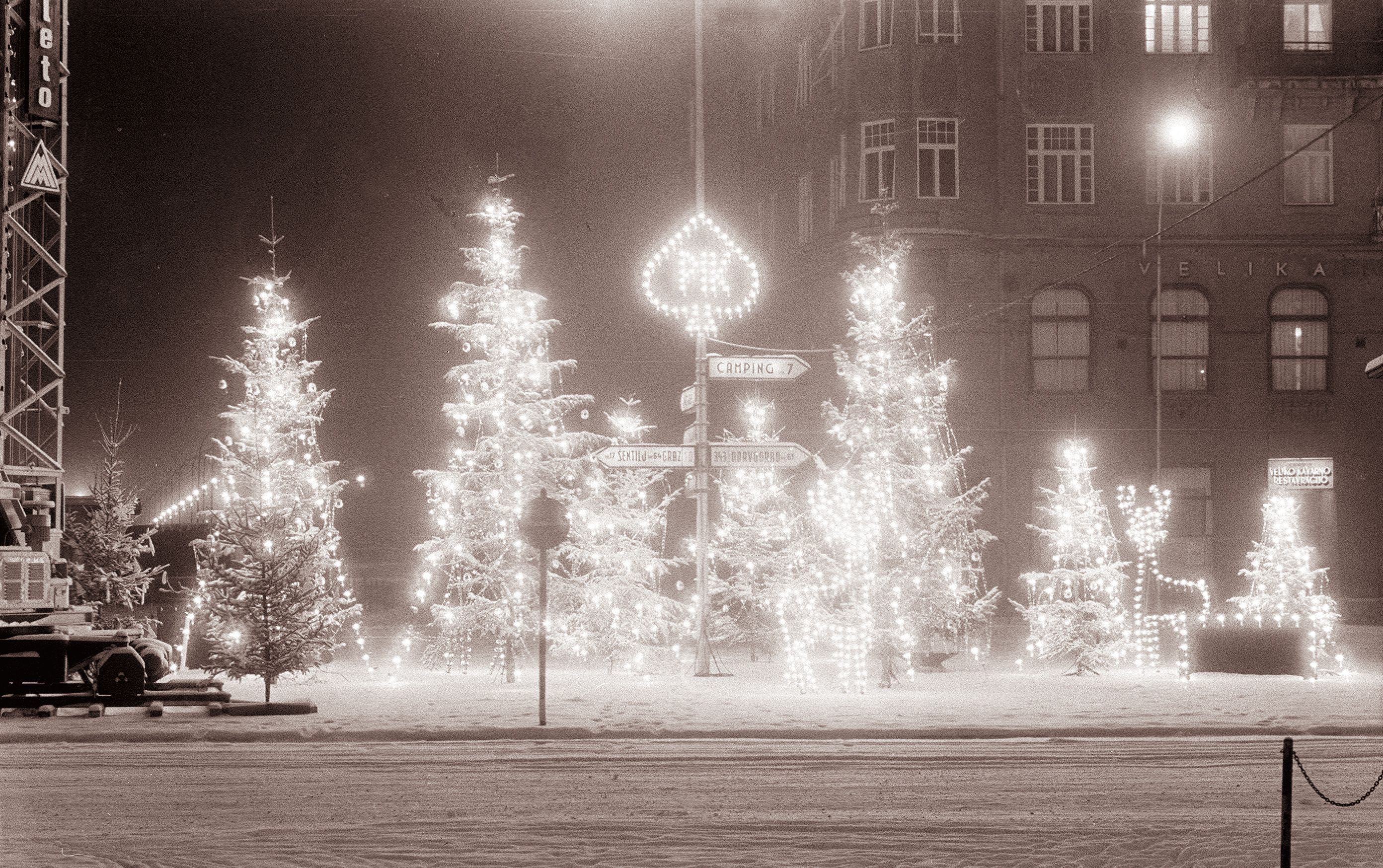
Kerstbomen, 20 december 1961

## Slowakije

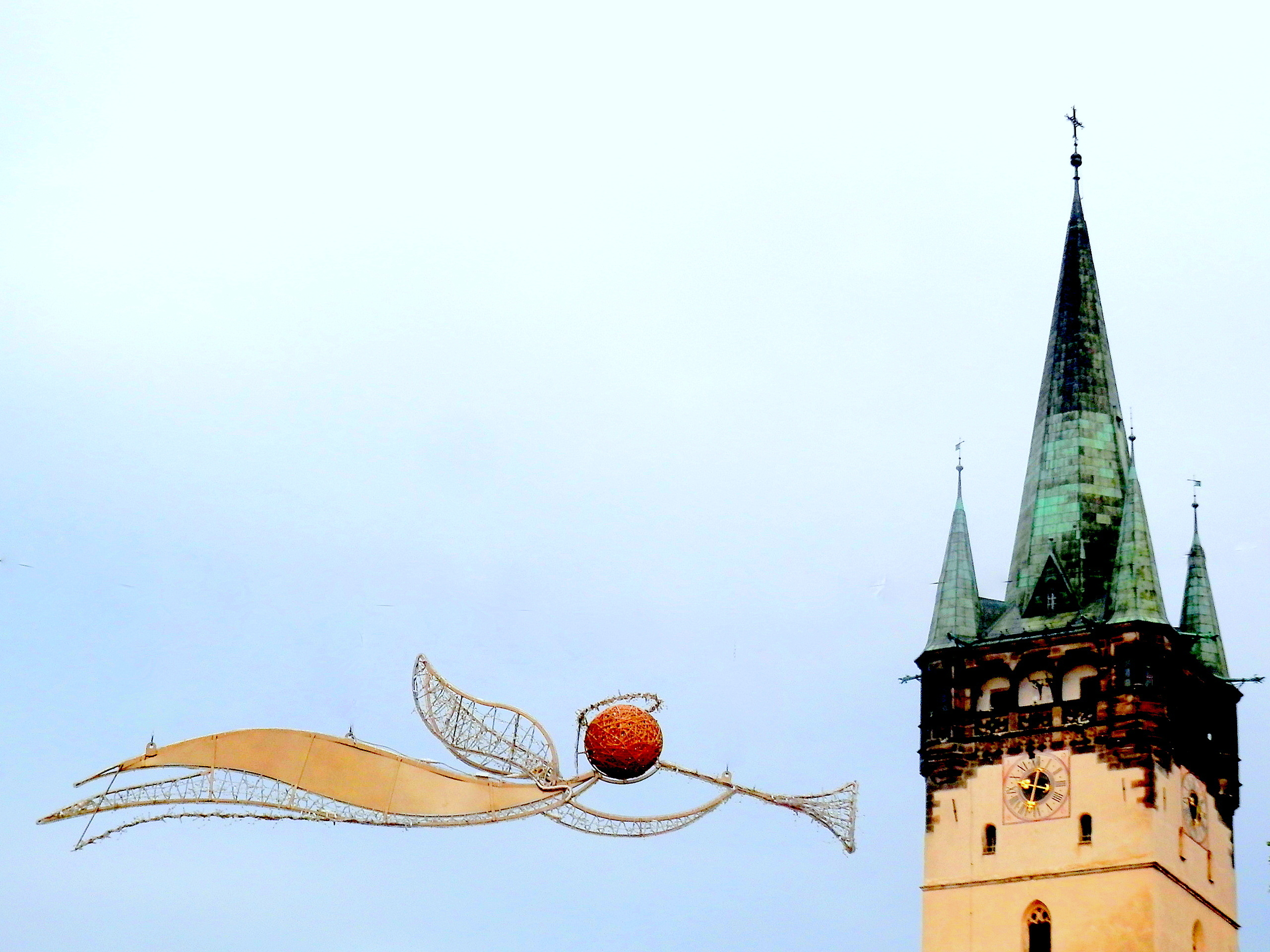
Kertversiering in Prešov

In Slowakije wordt Kolyada gevierd. De de drie magi spelen een rol tijdens de kerstperiode.

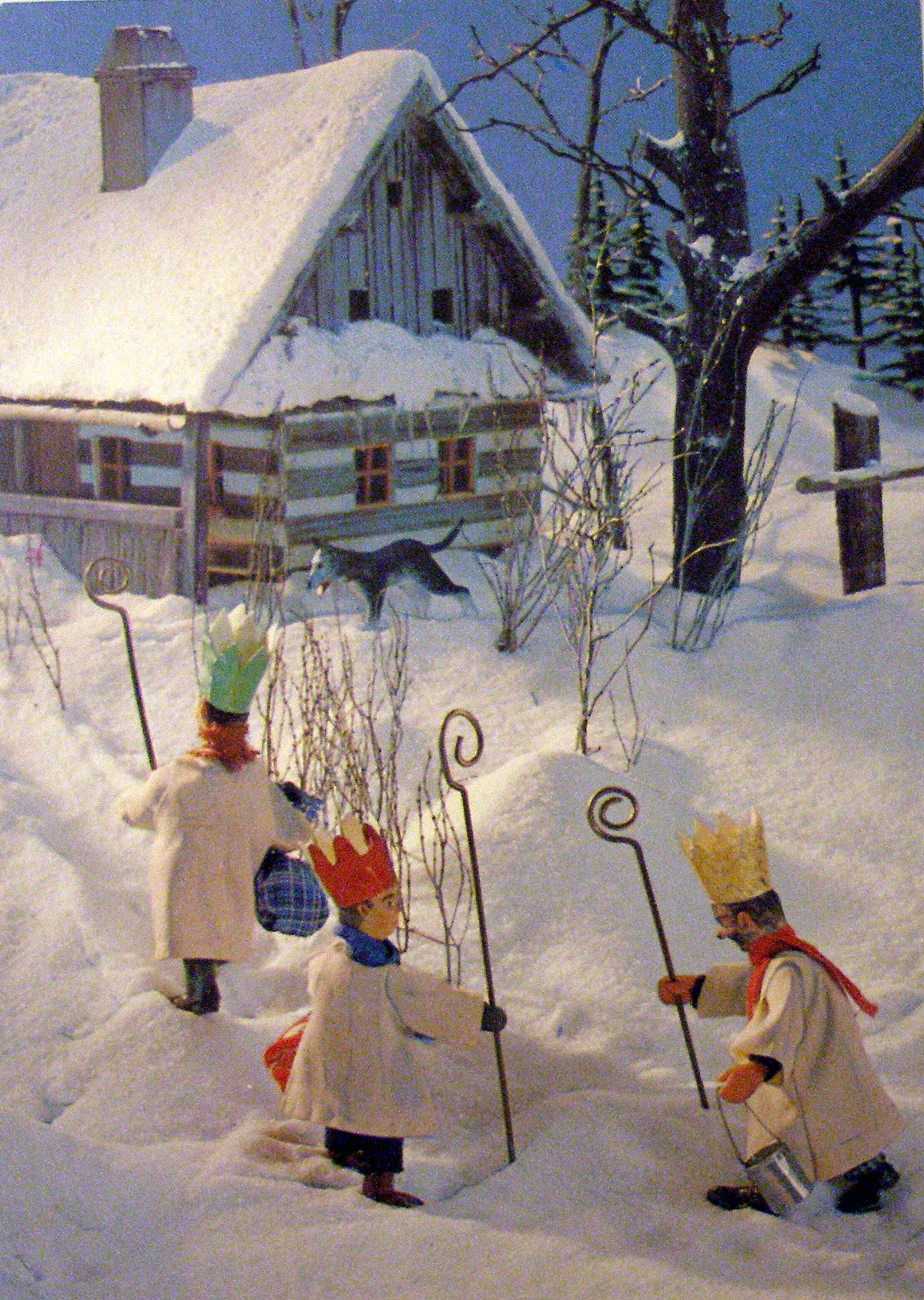
De drie magi
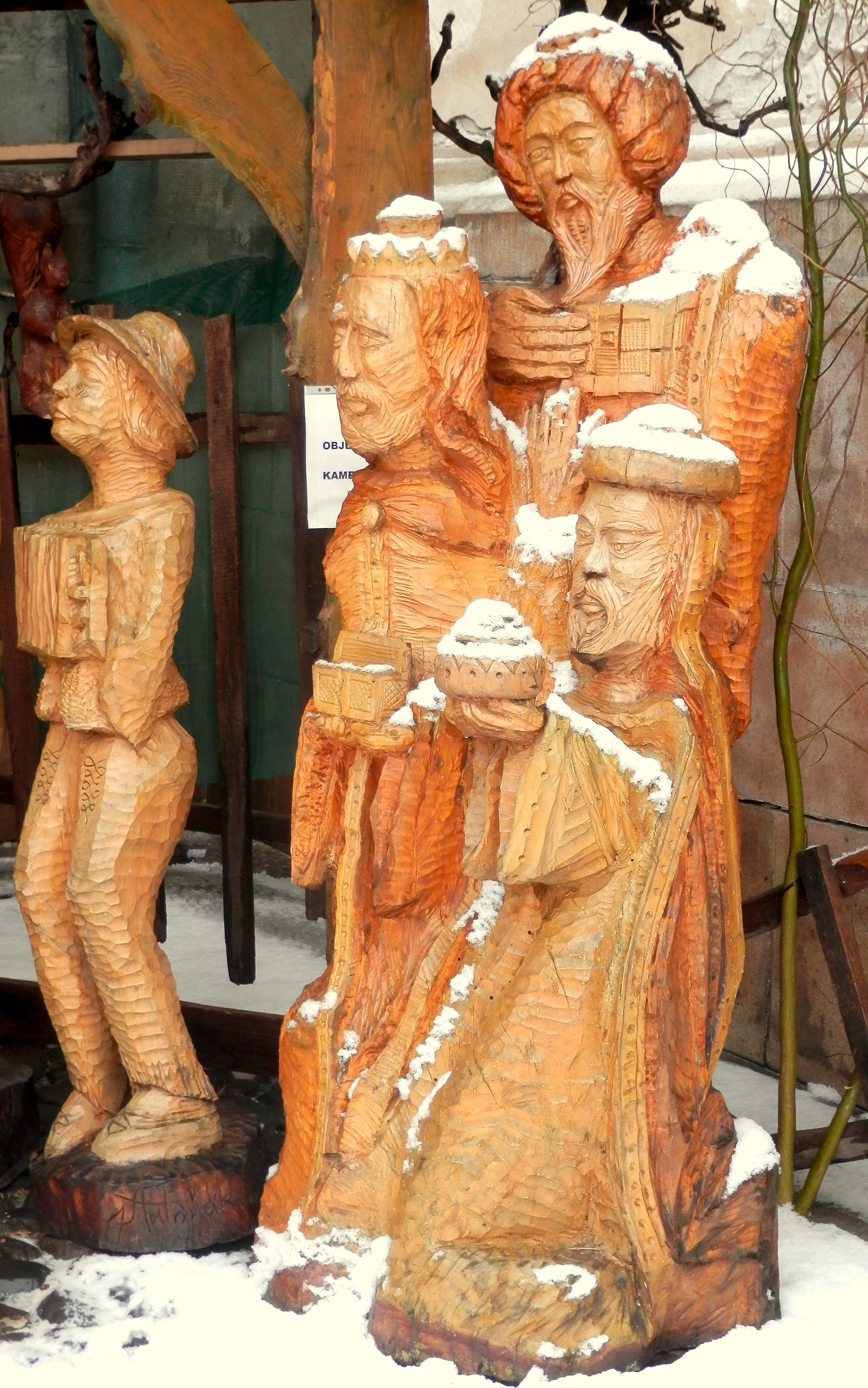
De drie magi
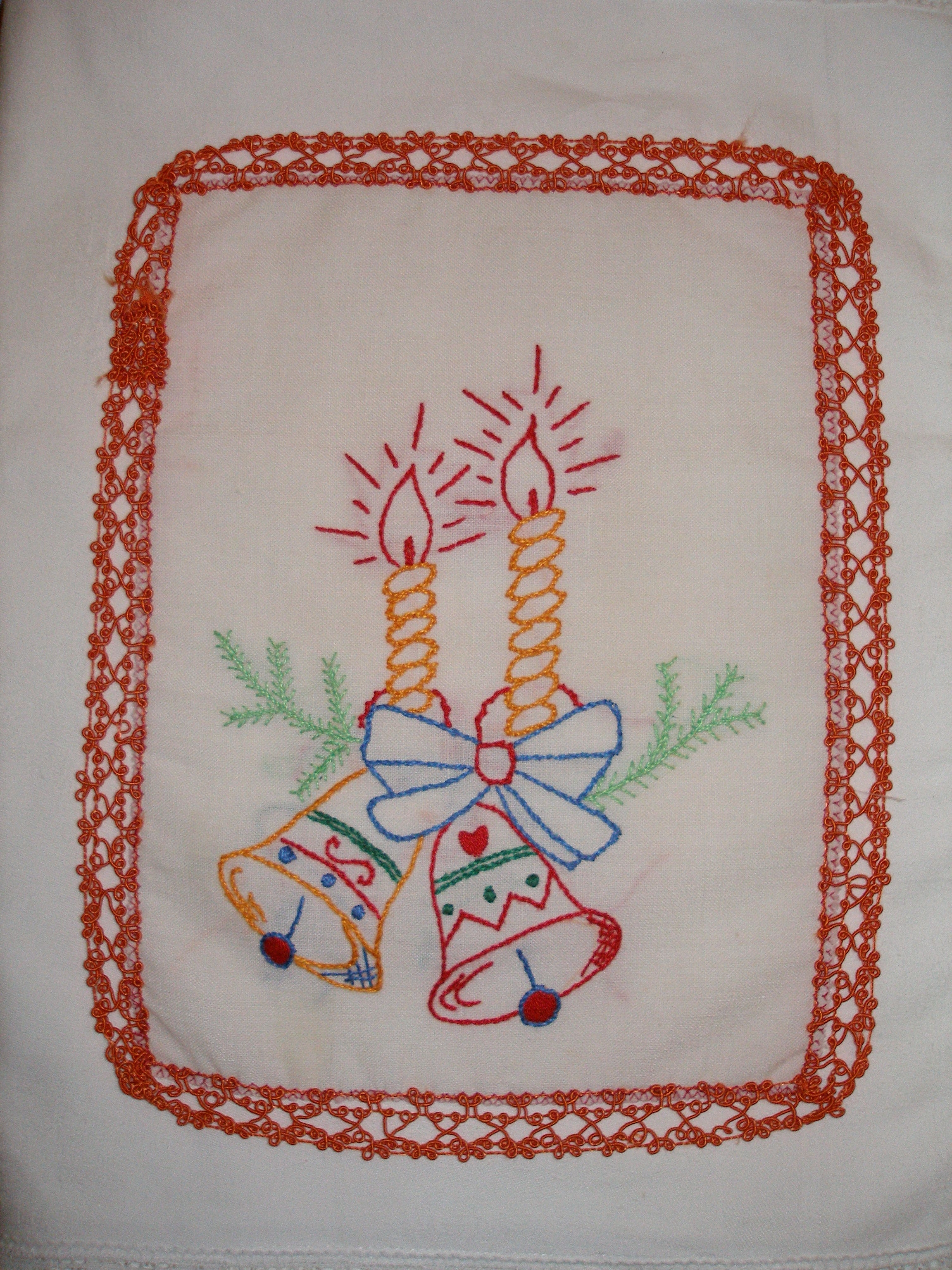
Volkskunst
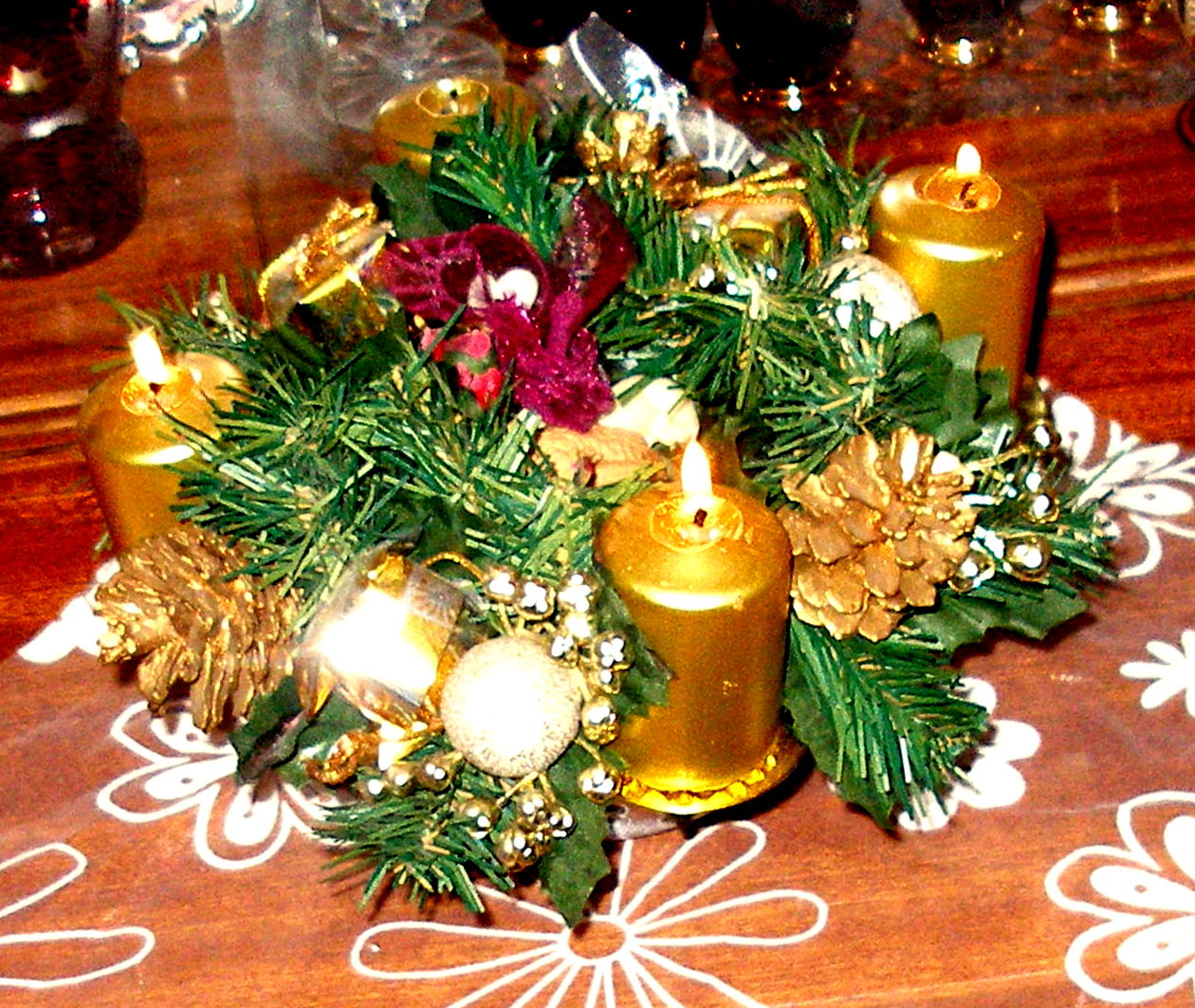
Kerststuk
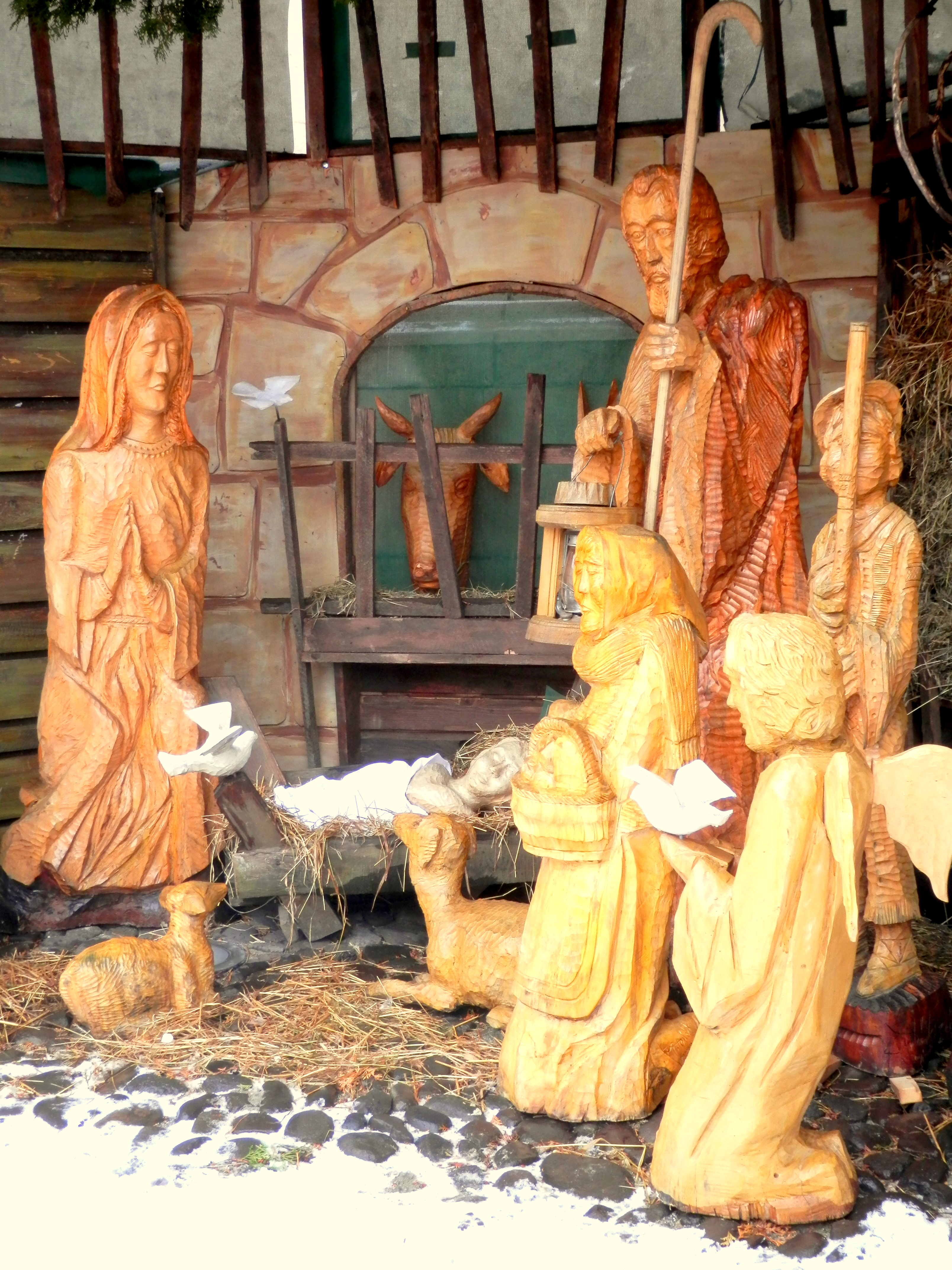
Kerststal
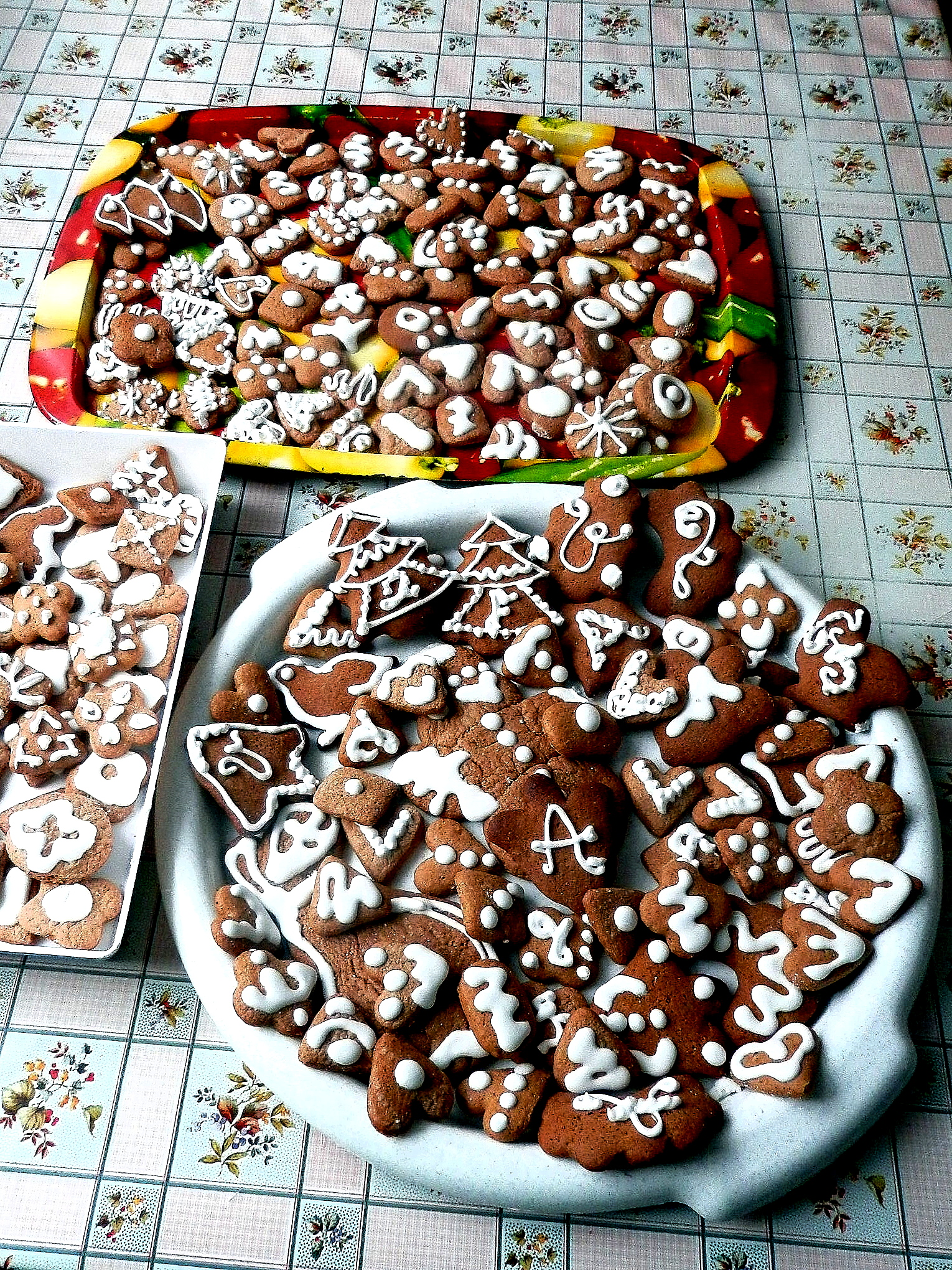
Kerstkoekjes
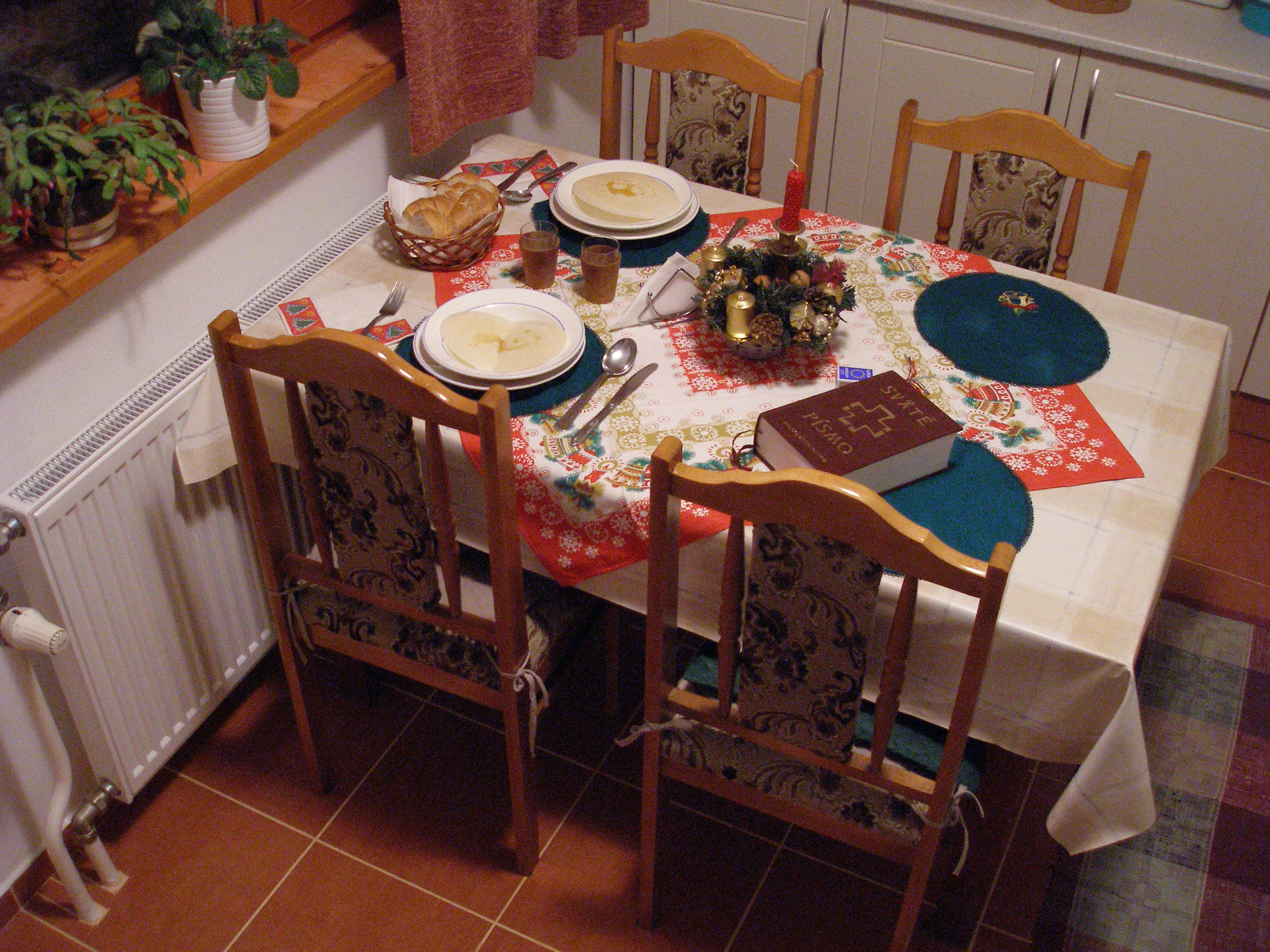
Eten op de kersttafel, 24 december 2011
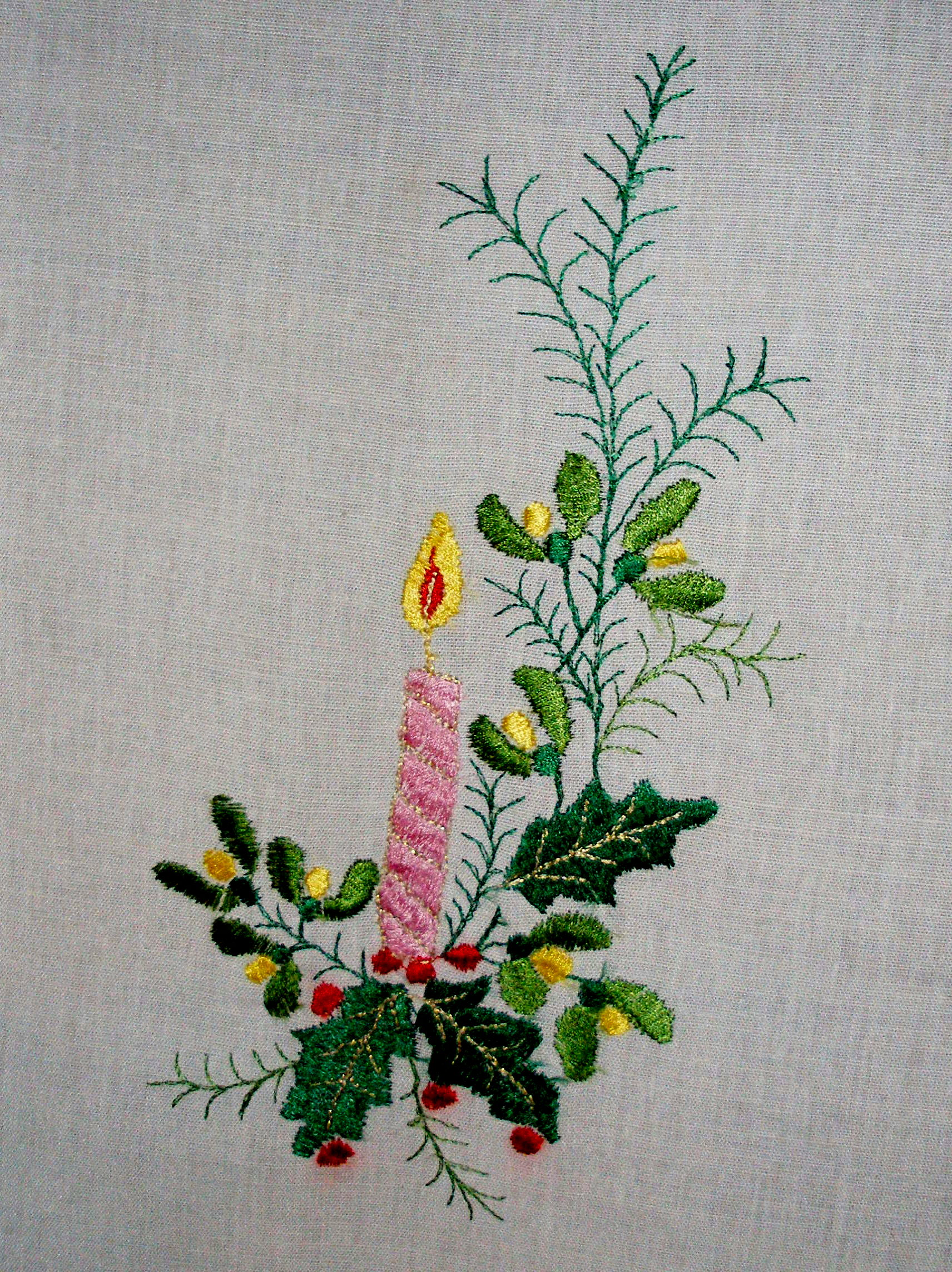
Volkskunst
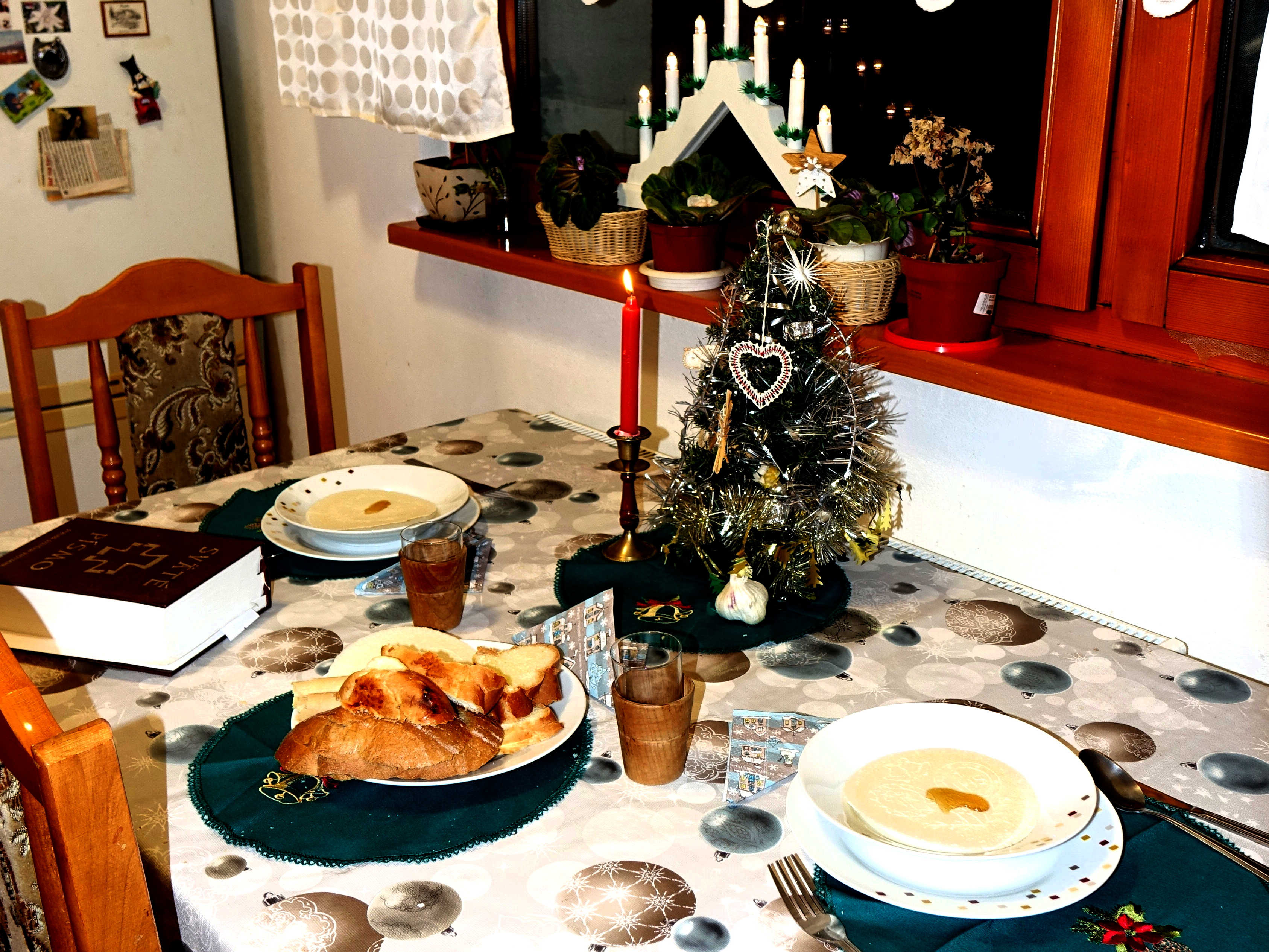
Kersttafel
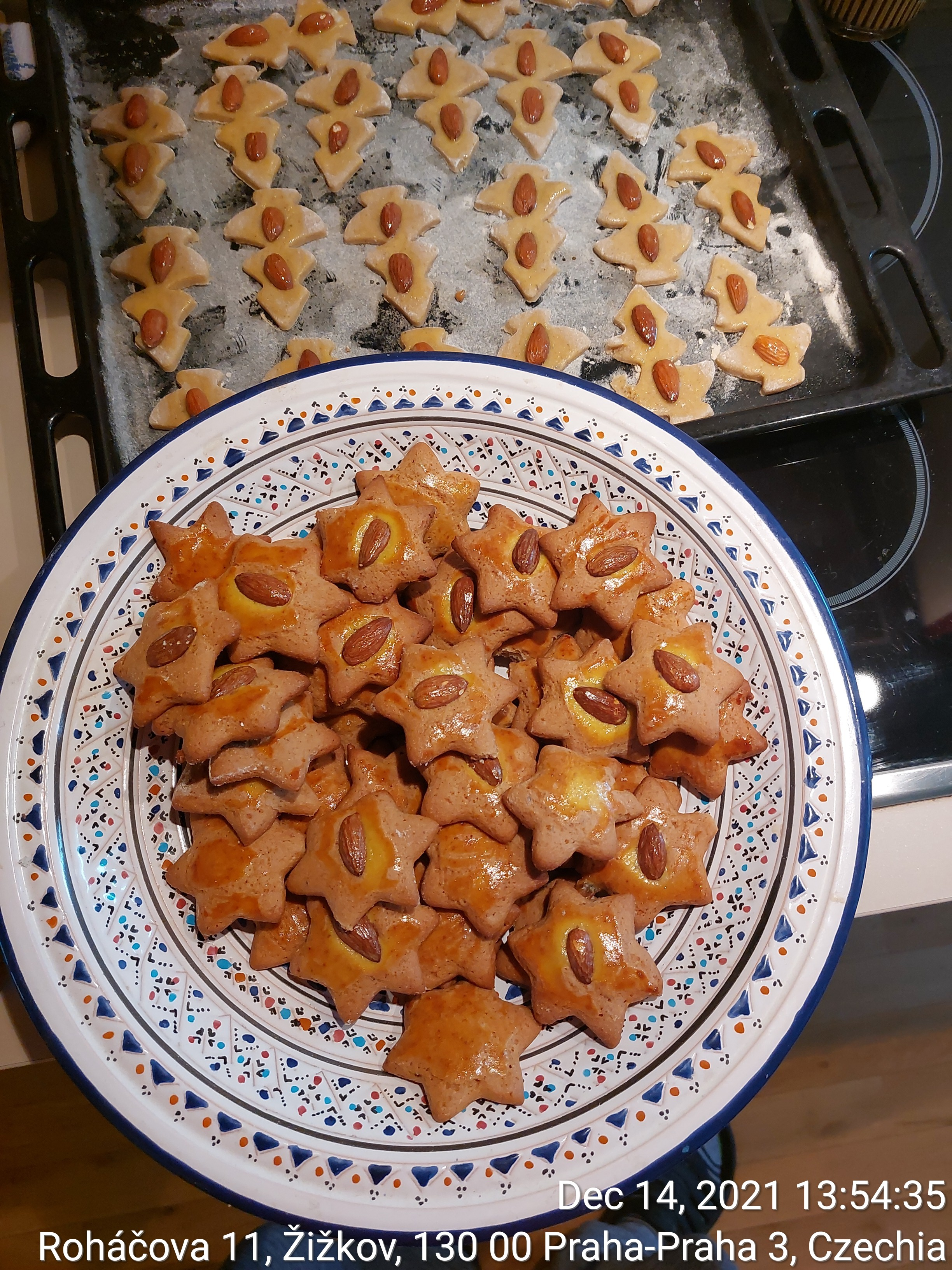
Honingkoekjes uit Slowakije

## Sovjet-Unie
In de Sovjet-Unie was elke vorm van religie verboden. In plaats van een kerstman werd hier de figuur van Ded Moroz (Grootvadertje Vorst) geïntroduceerd.

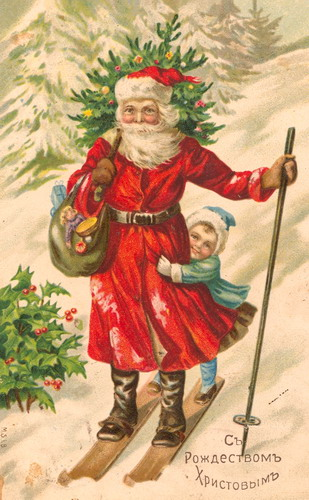
Ded Moroz en Snegurochka
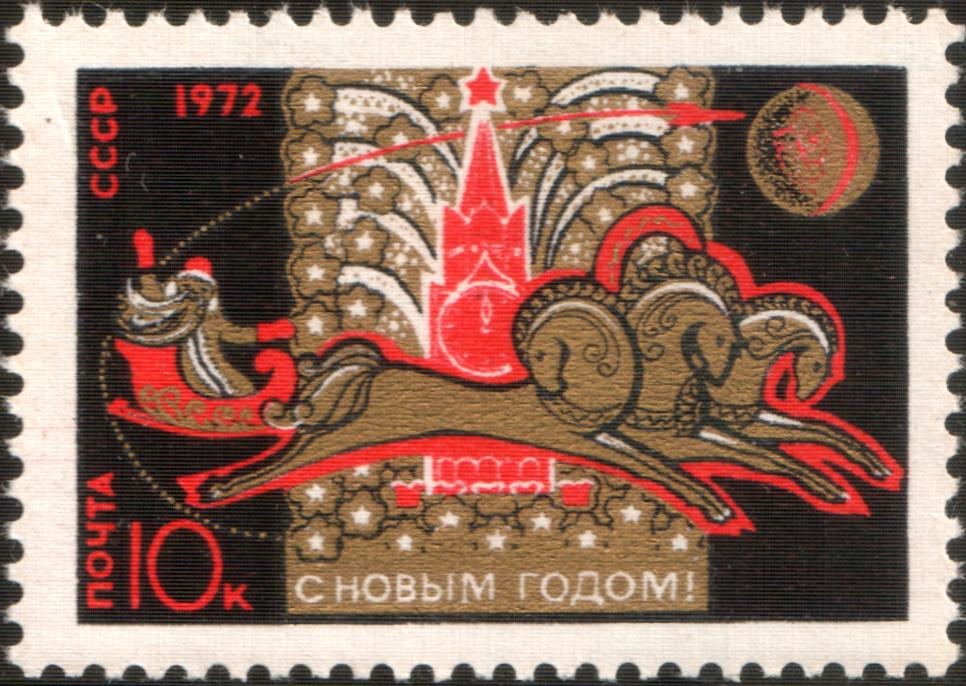
Ded Moroz op een postzegel uit 1972

## Spanje

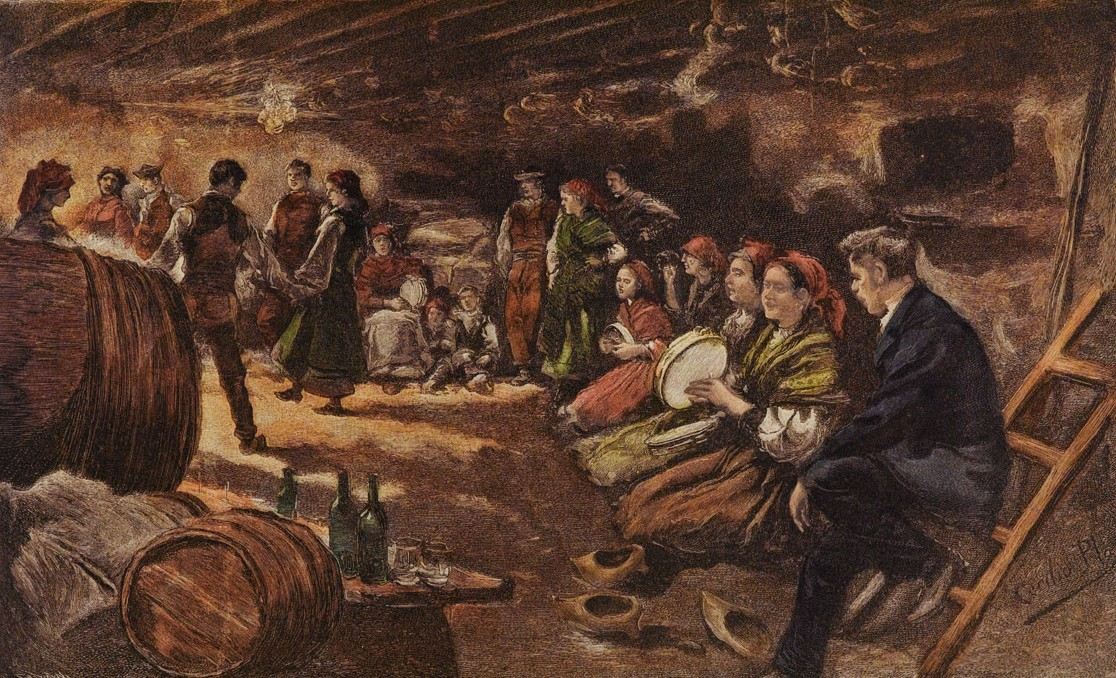
Nochebuena (kerstavond) in Galicie, 1893

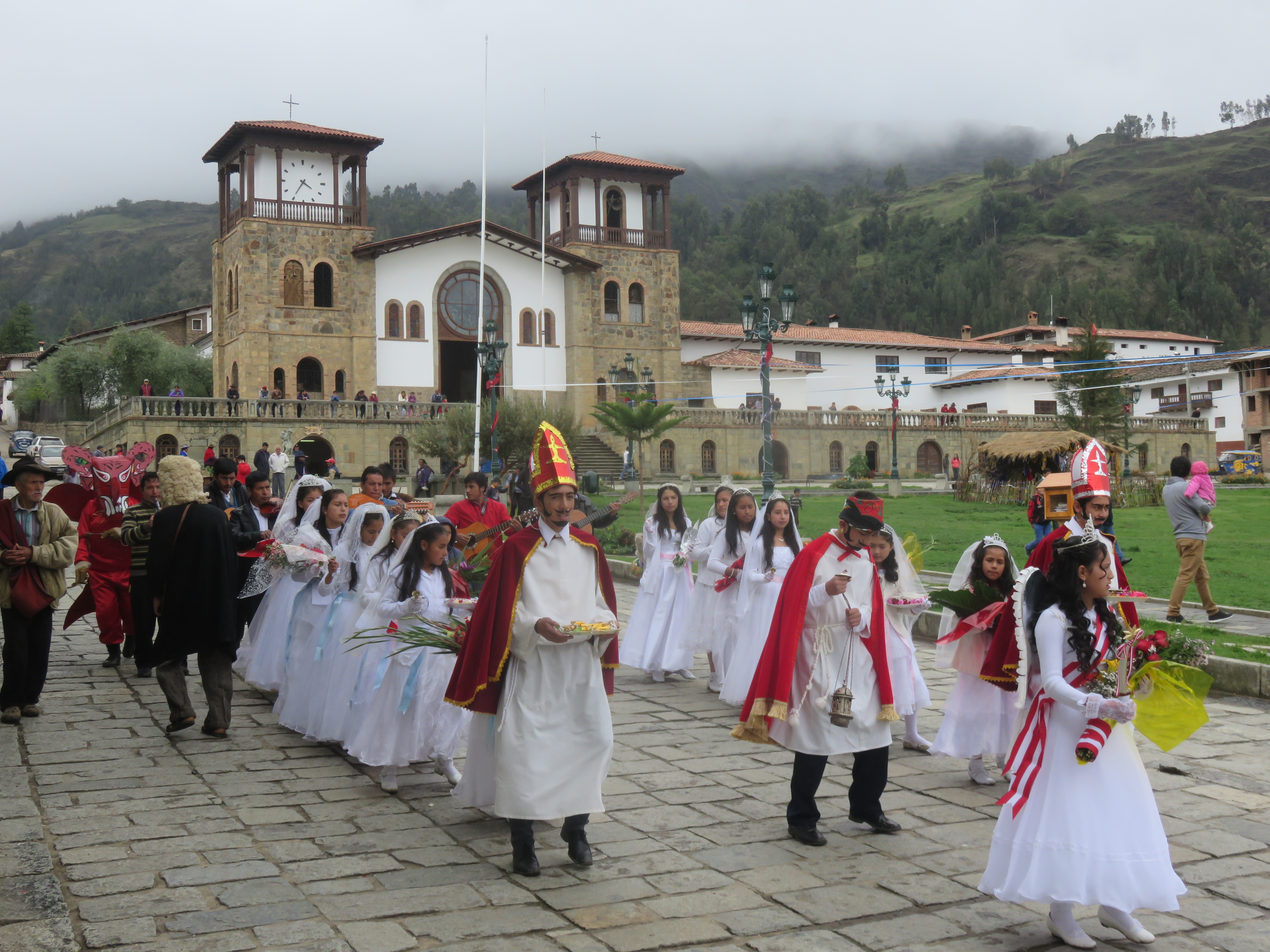
De drie wijze mannen worden vergezeld door de engeltjes, twee herders en de duivel (die hen probeert tegen te houden)

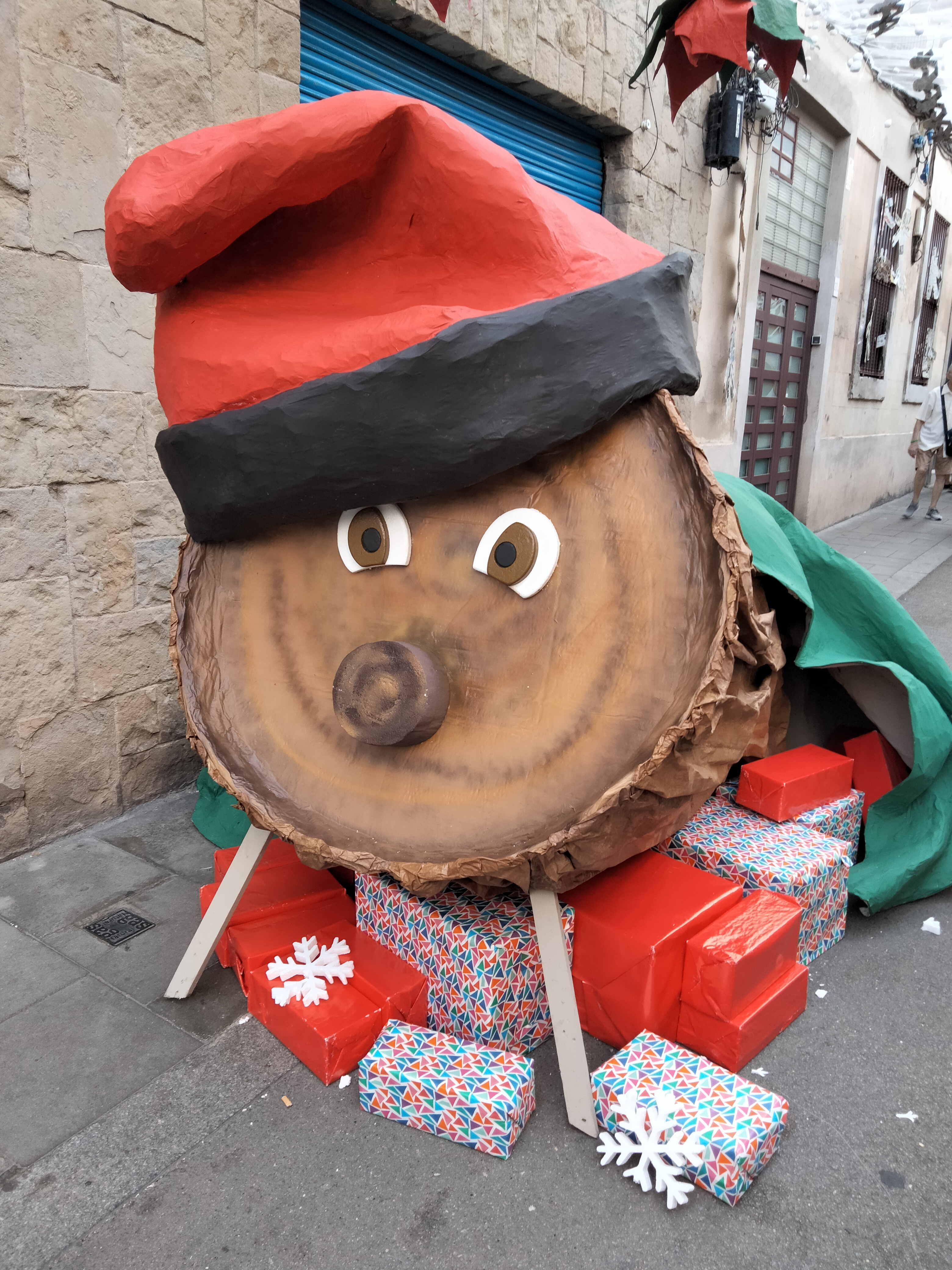
De kerstcadeaus worden door de Tió de Nadal gegeven, de Tió de Nadal draagt een barretina

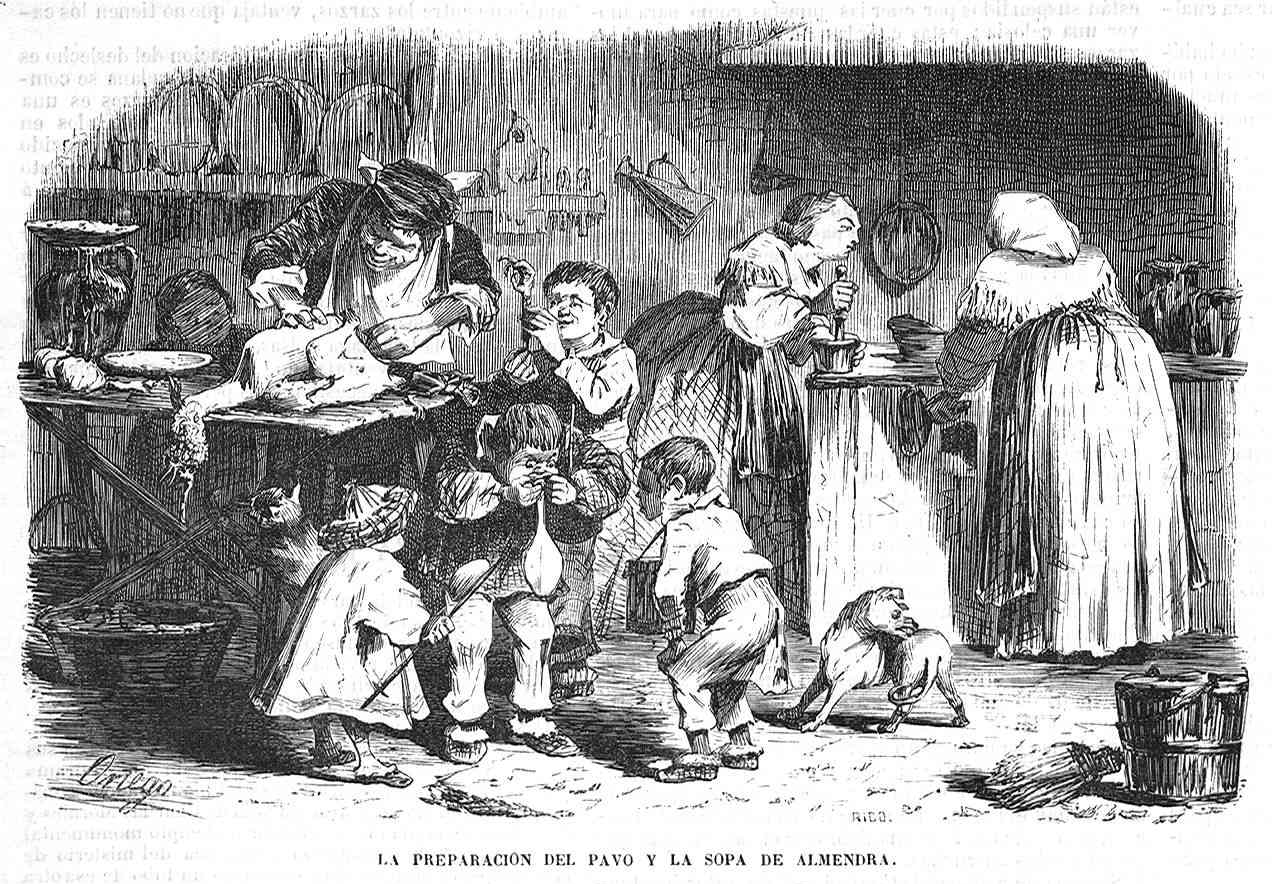
De bereiding van kalkoen- en amandelsoep, 1858

In Spanje wordt kerst Navidad genoemd en de Kerstman Papá Noel. Kerstmis wordt voorafgegaan met Tirisiti, een marionettenspel. De kerststal van Tirisiti (in het Valenciaanse Betlem de Tirisiti) is een theatrale productie met marionetten die zich afspeelt in de stad Alcoy tijdens de kerstperiode. Het stuk is sinds 2002 een Bien de Interés Cultural ("cultureel erfgoed").
Ook de drie Magi (ook wel Koningen of wijzen uit het oosten genoemd) spelen een rol tijdens de kerstperiode, zoals bij de Driekoningenoptocht. Sinds 1985 wordt in Spanje de Driekoningenoptocht rechtstreeks uitgezonden op televisie, elk jaar vanuit een andere stad. Bizar Zuri (Witte Baard) van Aretxabaleta komt op 31 december de brieven voor de Magi ophalen. 
Olentzero is een Baskisch kerstpersonage, soms komt ook Mari Domingo voor. Mari Domingi omschrijft zichzelf als een herderin en boerin die de aarde en haar geheimen kent, evenals het pad van de zon en de fasen van de maan en het gebruik van verschillende geneeskrachtige planten. Olenzero is haar buurman, ze helpen elkaar allebei. De dame houdt van appels en geeft er de voorkeur aan dat ze geroosterd worden. Daarom wordt opgemerkt dat de kinderen er op kerstavond meestal een paar laten liggen voordat ze gaan slapen. Mari Domingi wordt afgebeeld gekleed in kleding die verband houdt met de Middeleeuwen. Net als het kerstfeest zelf is de figuur van Mari Domingi gerelateerd aan de vieringen die verband houden met de winterzonnewende.
Apalpador, Apalpabarrigas of Pandigueiro is een typisch kerstpersonage in sommige regio's van Galicië. Dit is een gigantische houtskoolbrander die volgens de Galicische kersttraditie in de bergen van Oost-Galicië woont. Hij daalt af in de nachten van 24 of 31 december om de buiken van de jongens aan te raken om te zien of ze het hele jaar door goed aten. Hij liet stapeltjes kastanjes achter, eventueel een cadeautje en wenste een jaar vol geluk en eten. In het Galicisch sprekende gebied Bierzo is ook de figuur van Pandigueira, Apalpadoira of Apalpabarrigas (een vrouwelijke versie).
De duende wordt in verband gebracht met kerstmis. Ook de Kakker speelt een rol, dit is een 'populair figuurtje uit de kerststal dat zijn behoefte doet'. De Tió de Nadal is een soort joelblok.
In Spanje houdt de koning de avond voor kerst een kersttoespraak (Discurso de Navidad), die door de belangrijkste tv-zenders wordt uitgezonden. Op de dag voor kerst houden sommige presidenten van de Autonome gemeenschappen van Spanje een toespraak, die op de lokale tv-zenders wordt uitgezonden.
Sint-Stefanusdag (Sant Esteve) op 26 december is een feestdag in Catalonië. Het wordt traditioneel gevierd met een feestelijke maaltijd met canelons. De pastatubes worden gevuld met gehakt dat de restjes van de escudella i carn d'olla, kalkoen of capó van de vorige dag kan bevatten. In Catalaans-sprekende gebieden staat de dag ook bekend als Tweede Kerstdag of Festa Mitjana. In de regio Valencia is het een traditie om op 25 december met de kant van de moeder van de familie te eten en op de 26e met de kant van de vader. Historisch gezien kan de Catalaanse feestdag op de dag na Kerstmis verband houden met de praktische behoefte aan tijd om na een bijeenkomst op kerstdag naar huis terug te keren en kan het teruggaan tot de tijd van het Karolingische rijk.
Een typisch kerstgerecht is mantecados.

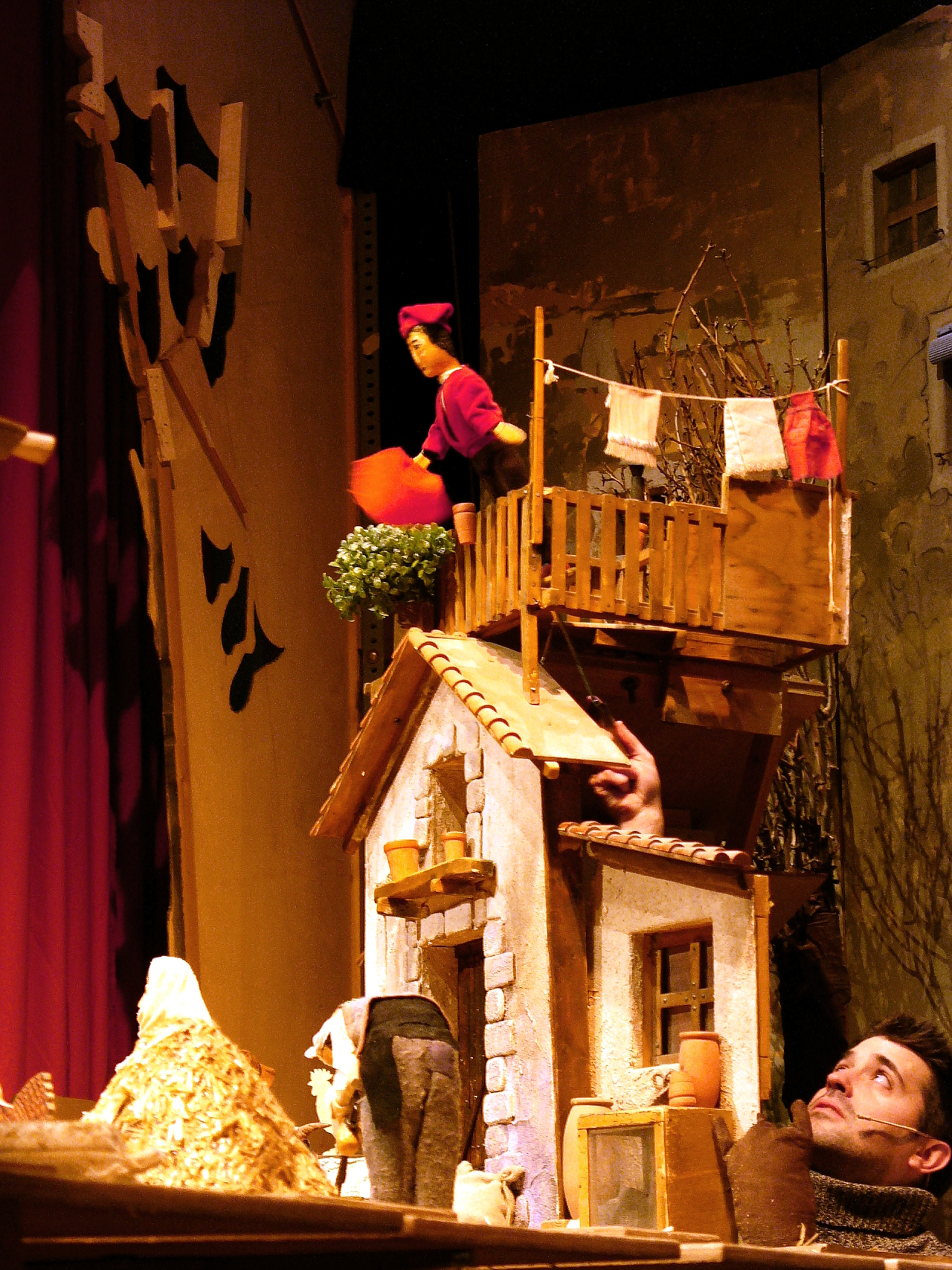
Alcoy's Betlem de Tirisitimarionettenshow van binnenuit, acteur manipuleert zijn hoofdpersoon
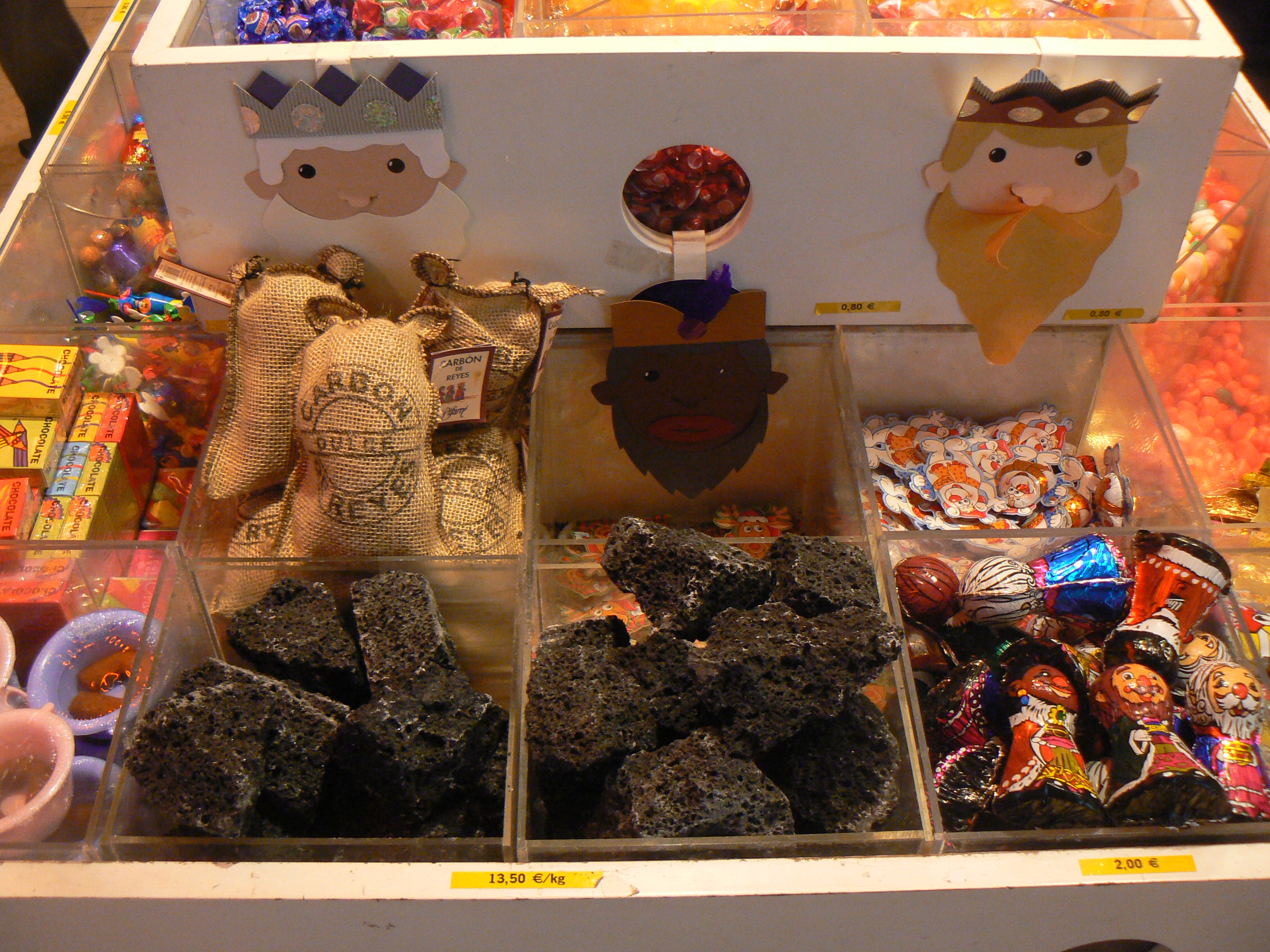
Carbó de sucre ('steenkool van suiker') en ander snoepgoed en de drie wijzen
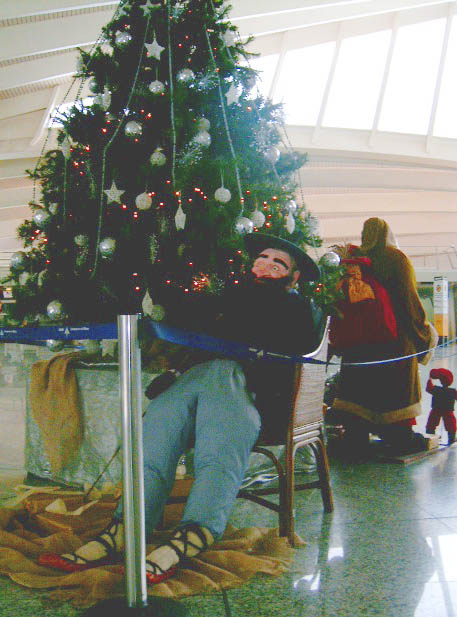
Olentzero, een kerstboom, Papá Noel en een duende
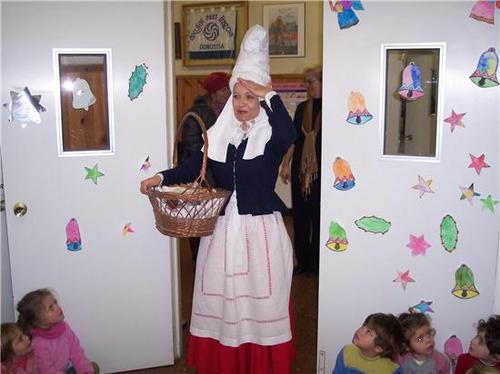
Mari Domingo bezoekt een kleuterschool
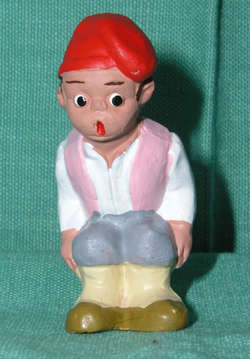
Een caganer ('kakker' met barretina) uit Catalonië
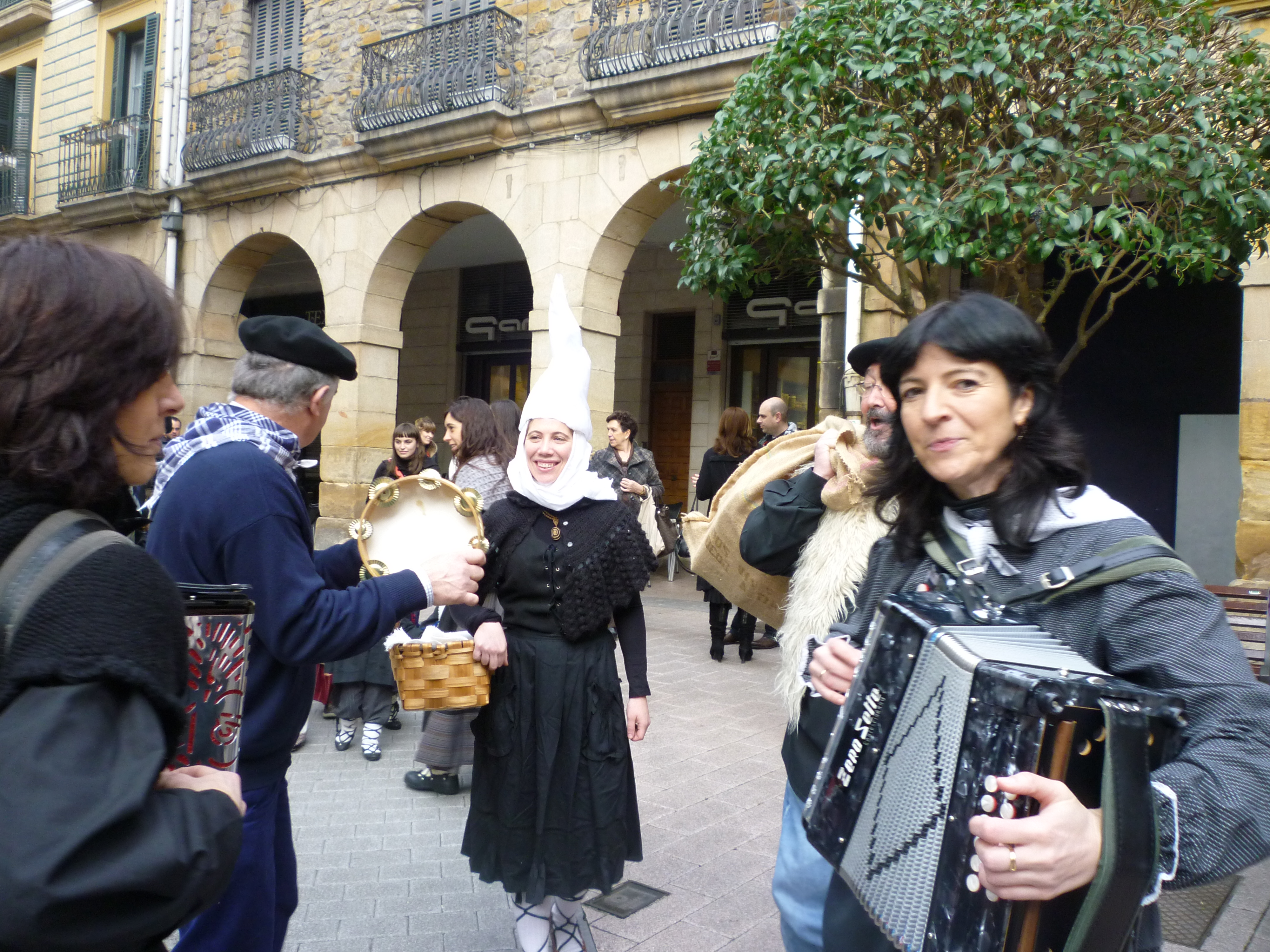
Mari Domingo
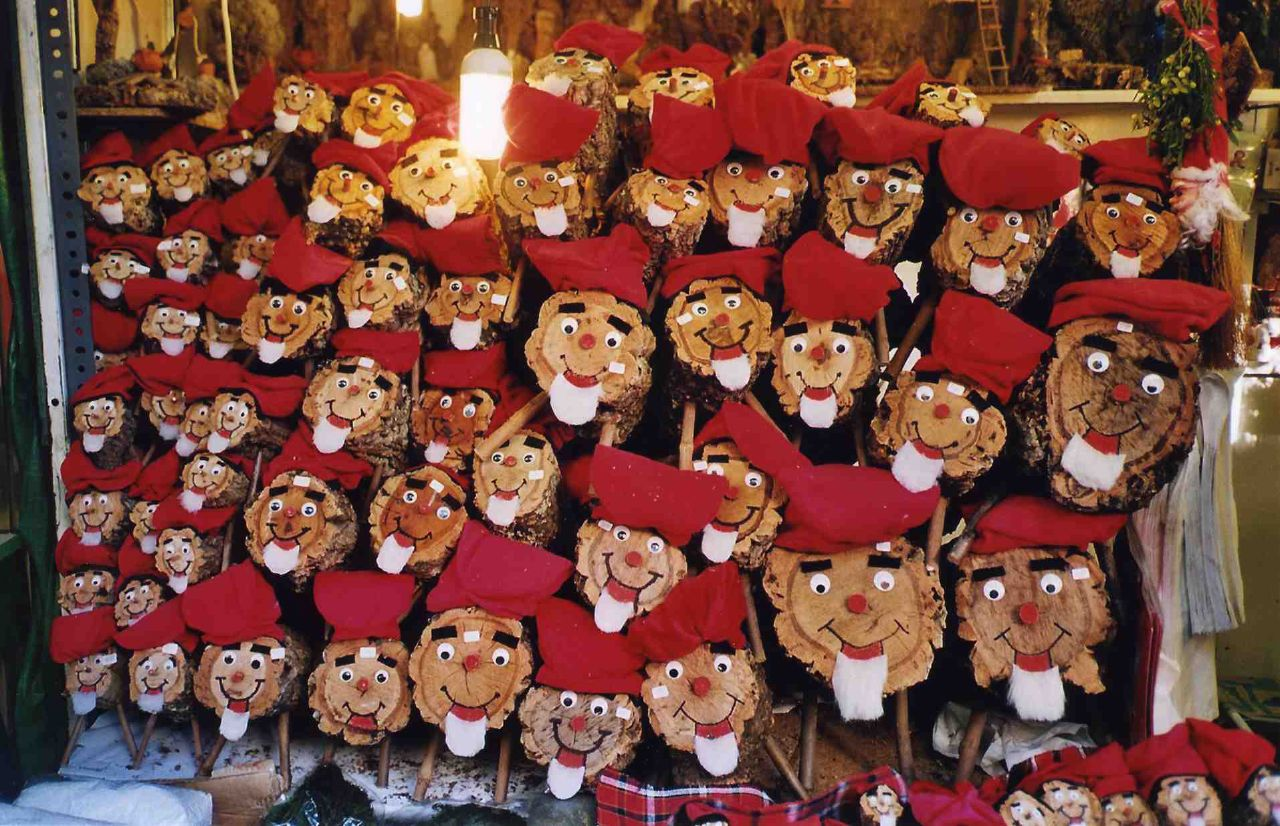
Tió de Nadal
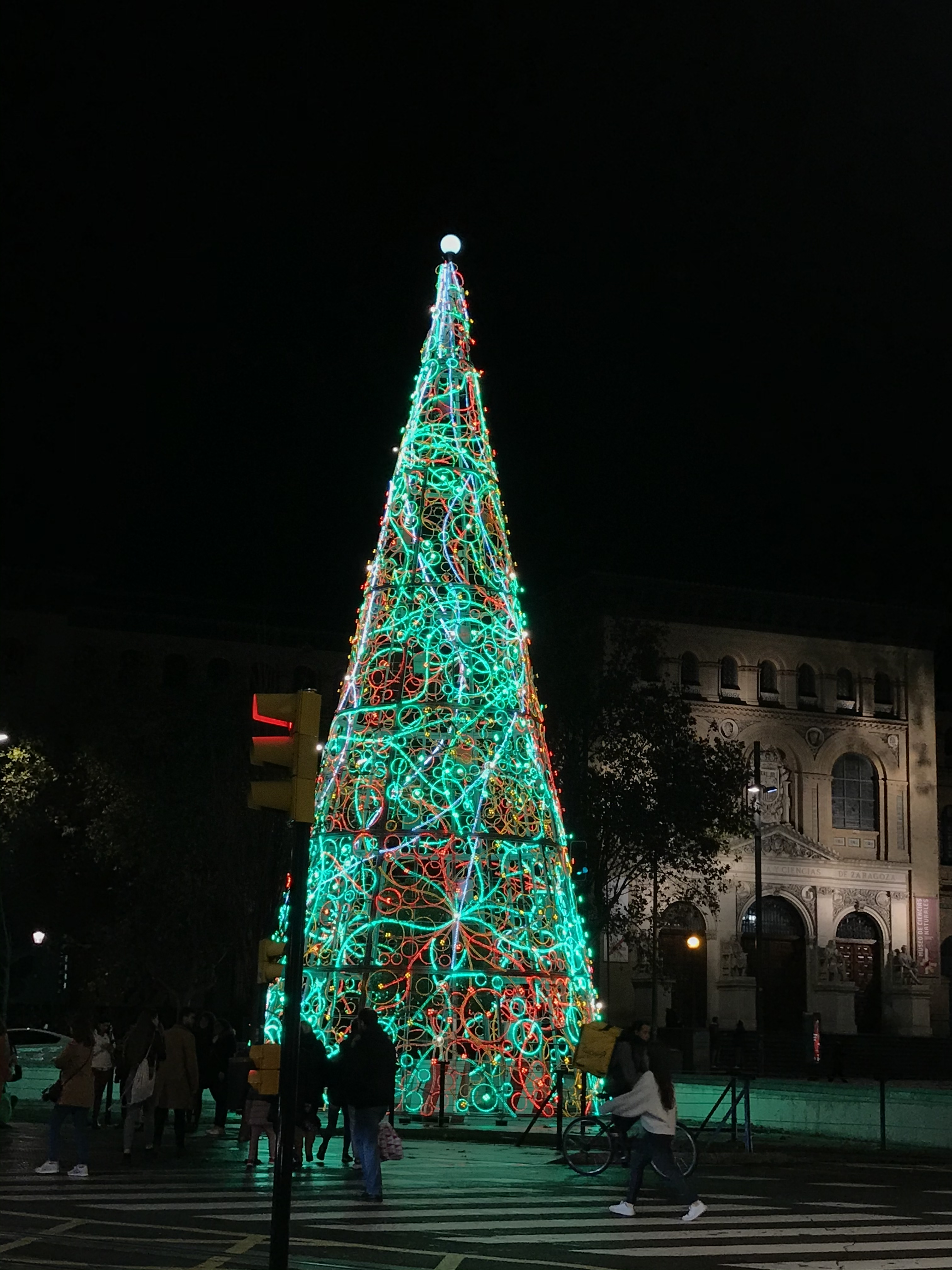
Kerstboom in Zaragoza
De kerstman speelt kaart met Olentzero
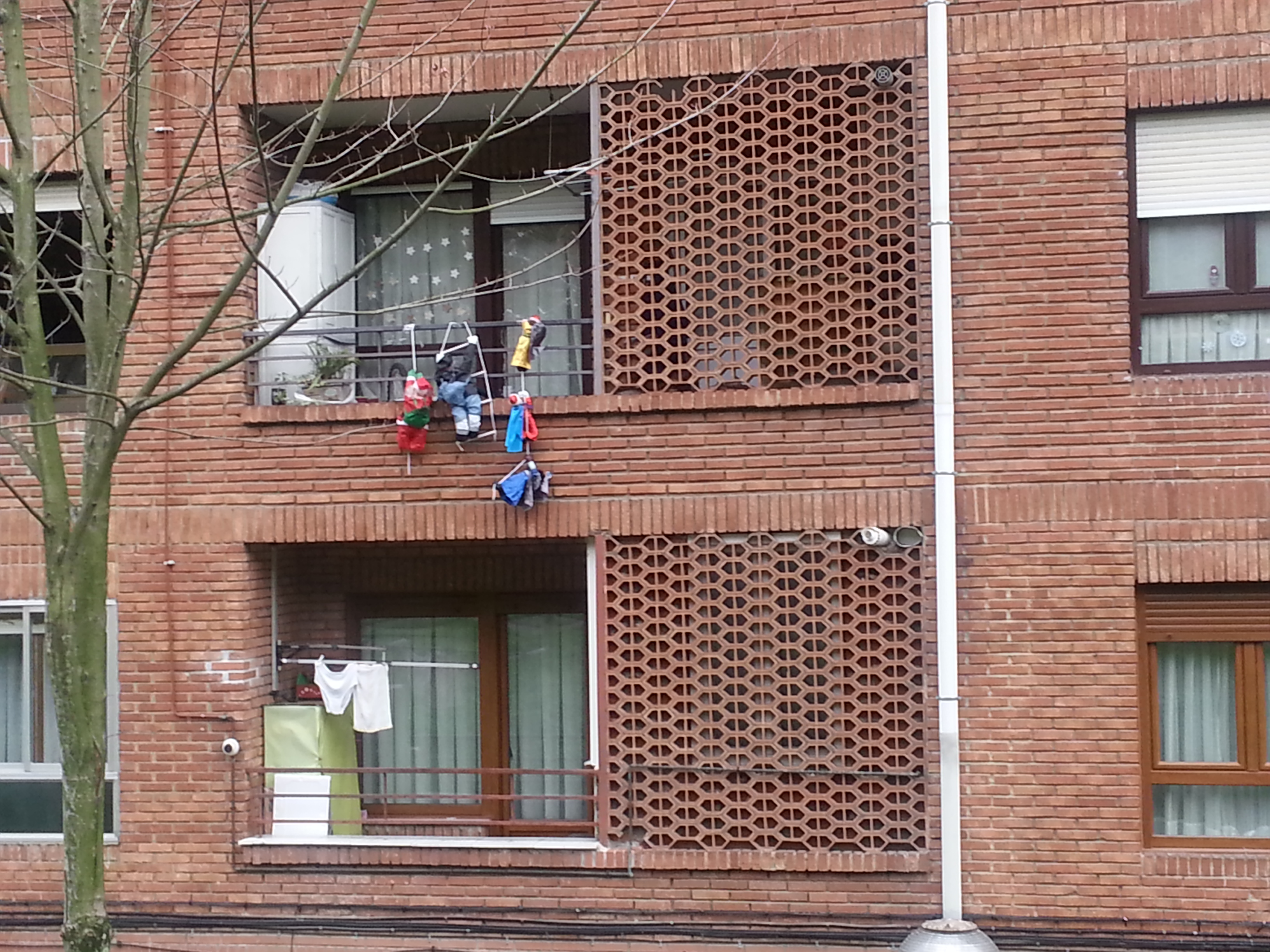
Olentzero, de kerstman en de Drie Koningen op een balkon in Bilbao, december 2018
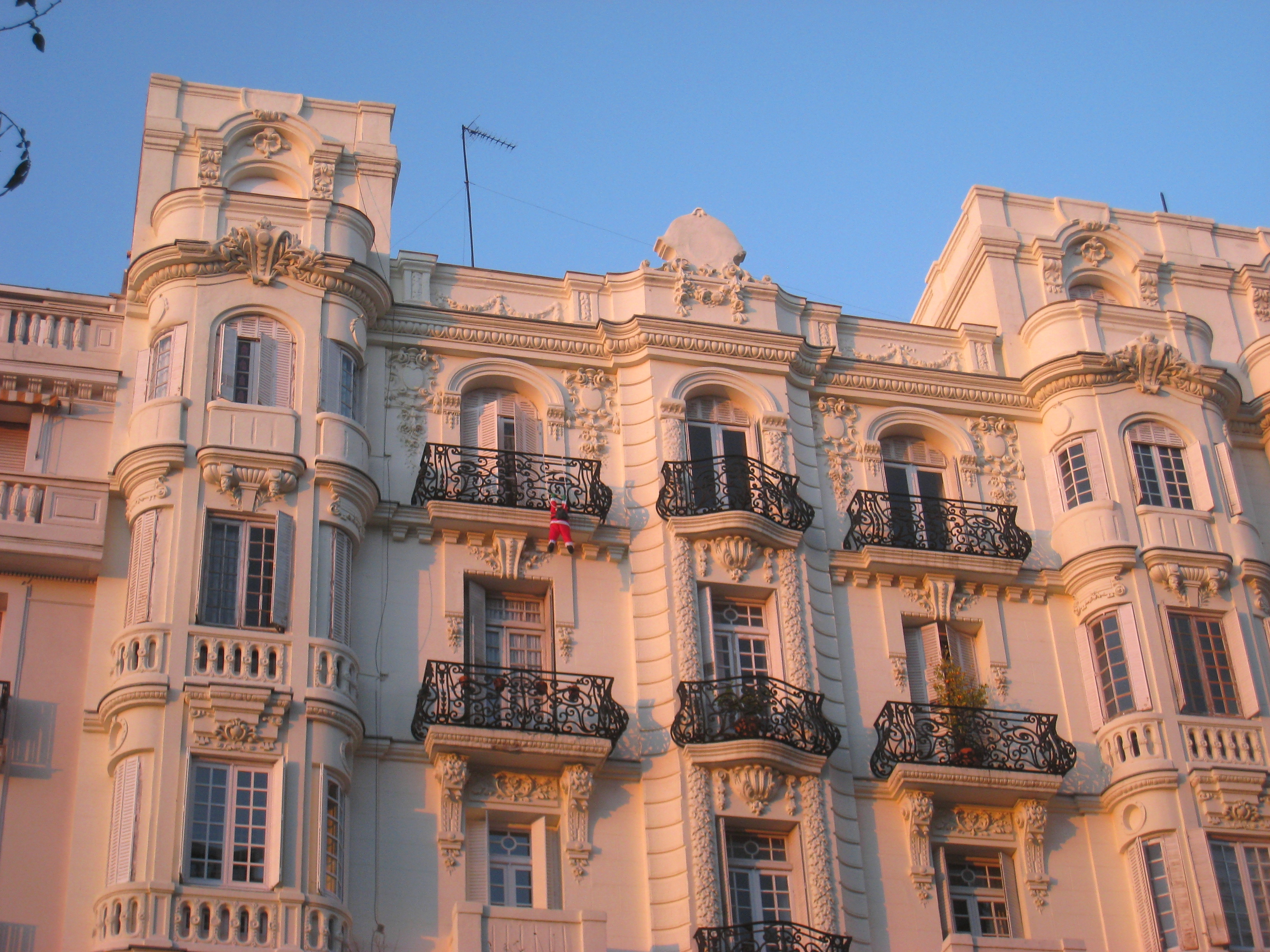
De kerstman hangt aan een balkon in Madrid
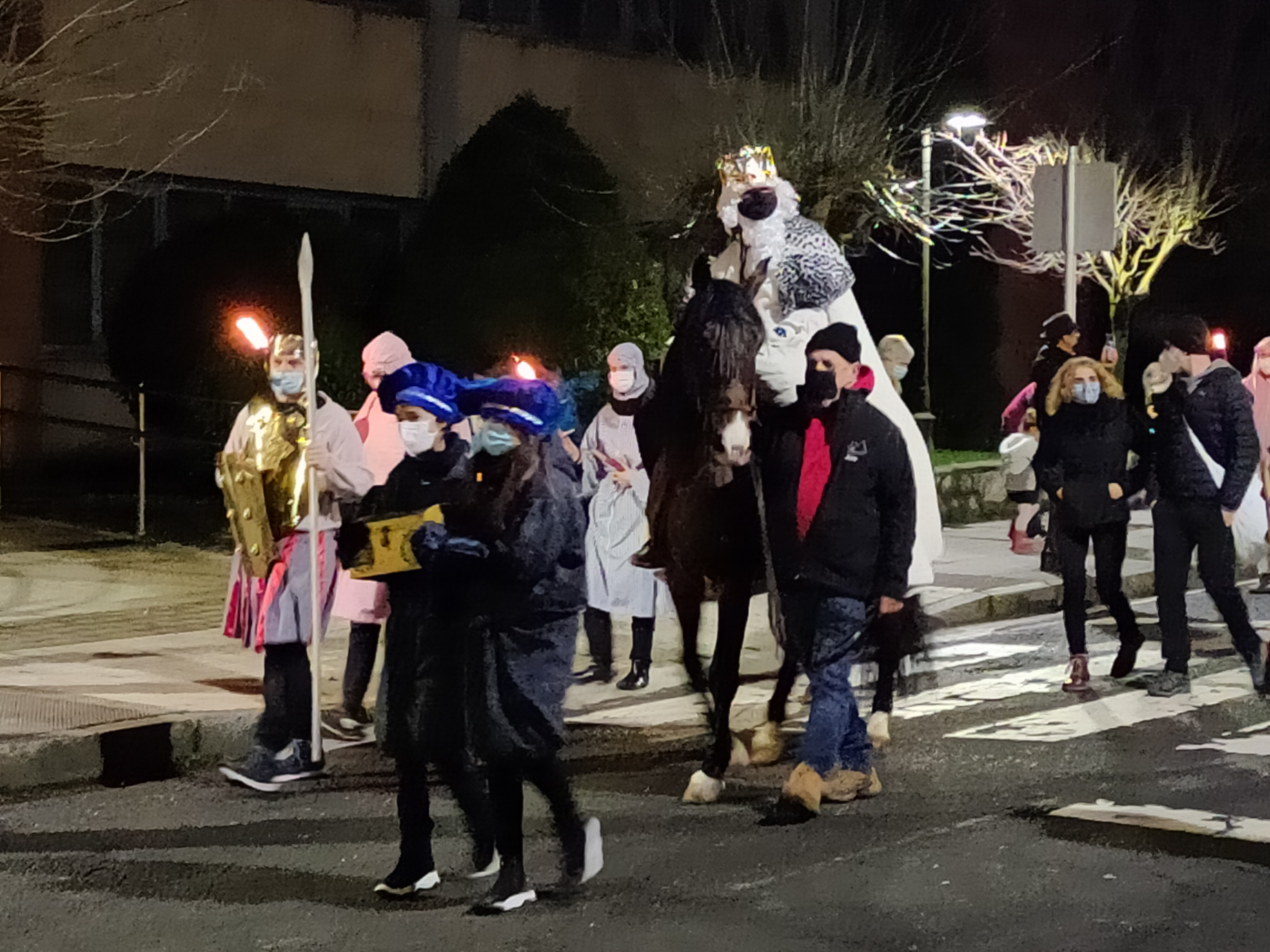
De Witte Baard van Aretxabaleta. Hij komt op 31 december om brieven voor de Magiërs te ontvangen
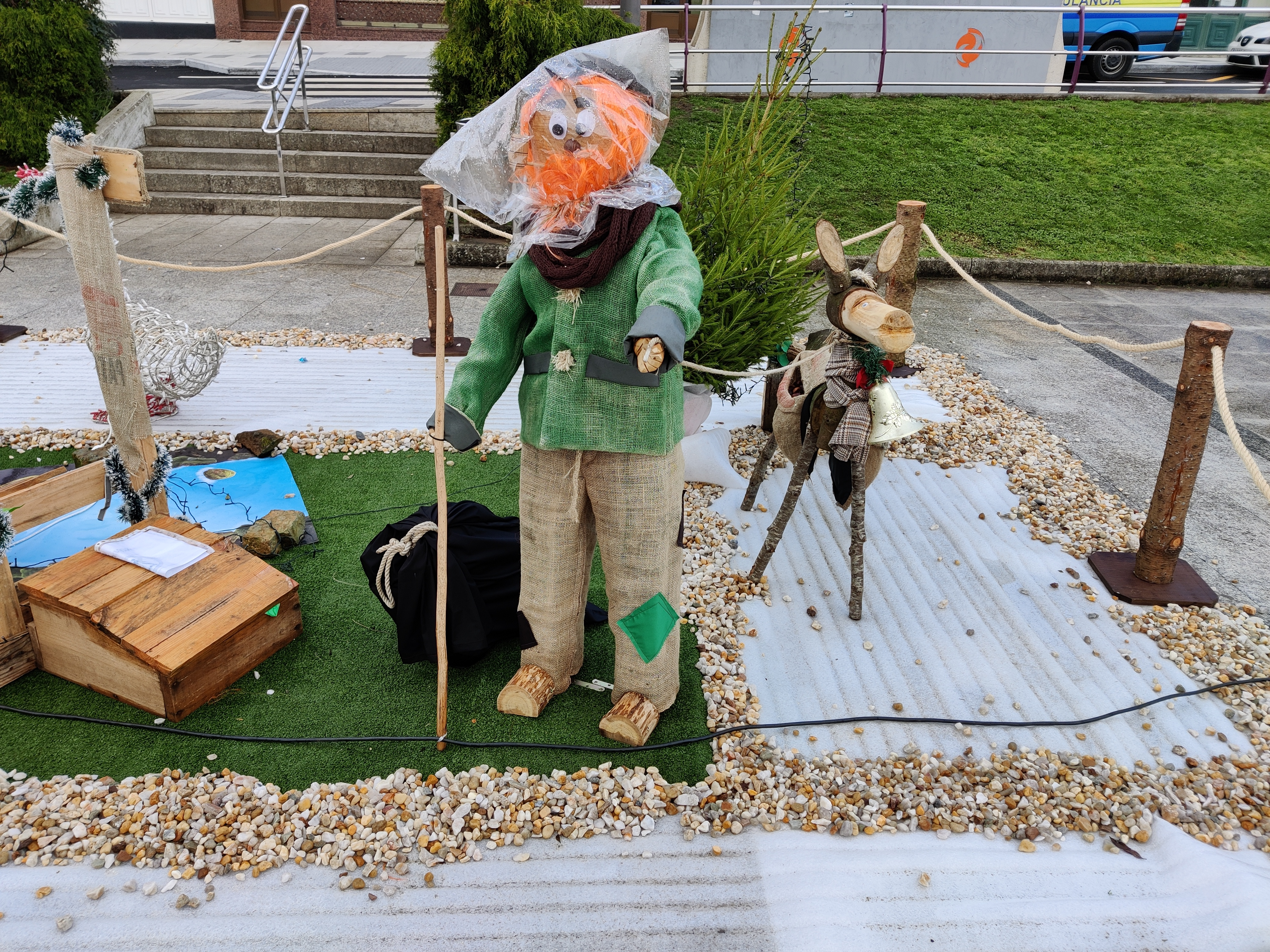
Apalpador
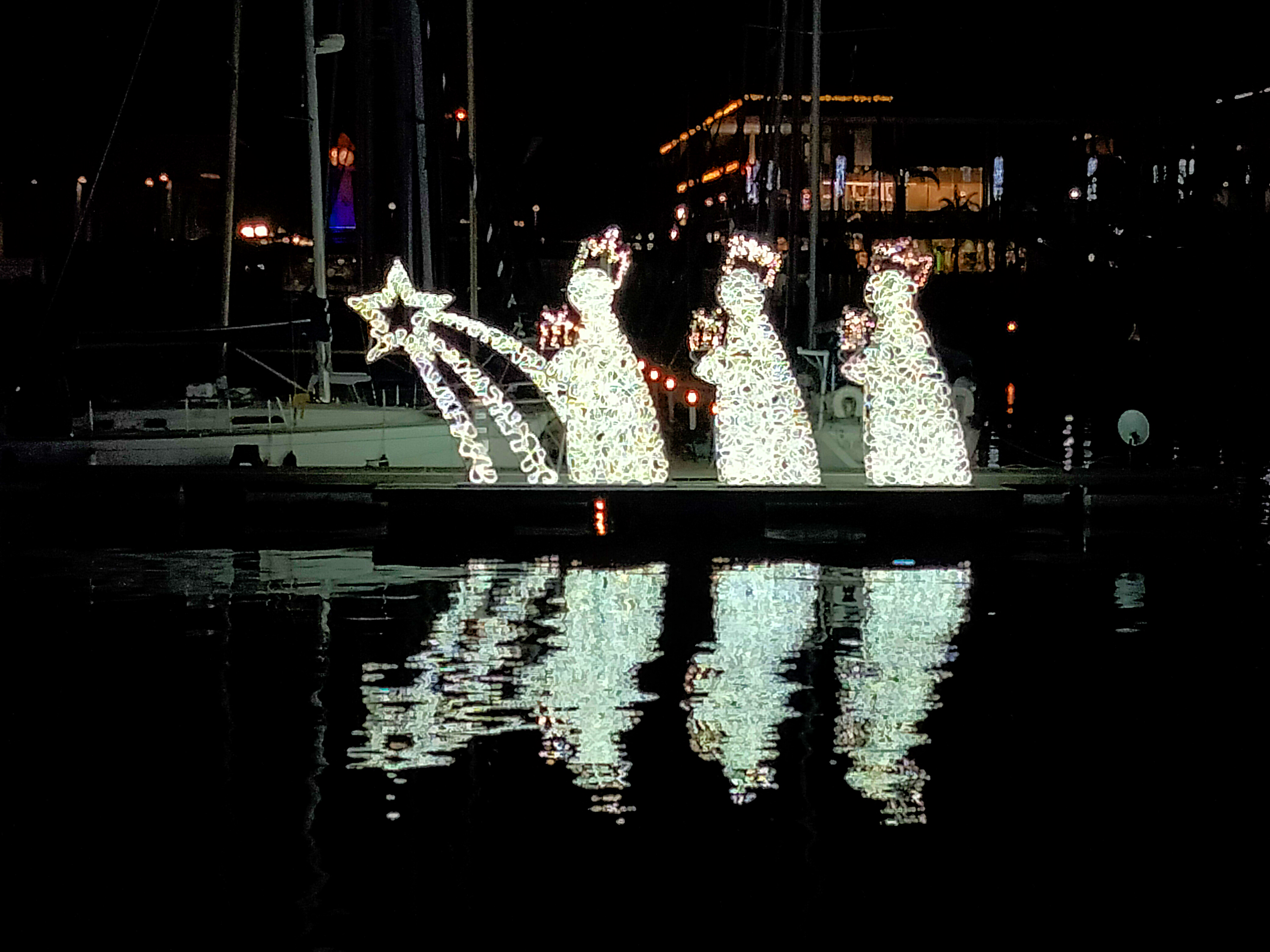
Kerstversiering in Port Vell
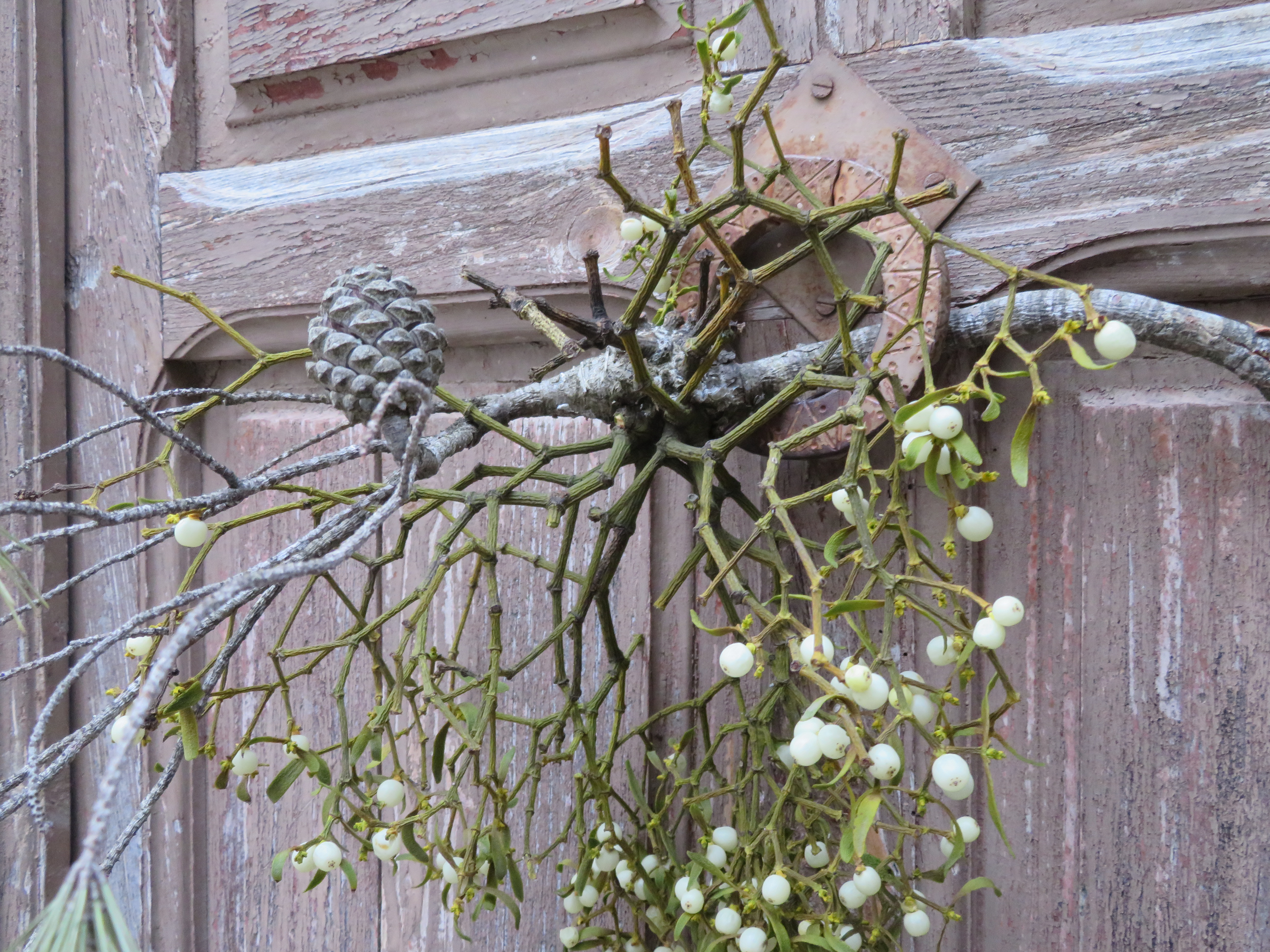
Muérdage (maretak, de traditionele plant van kerst
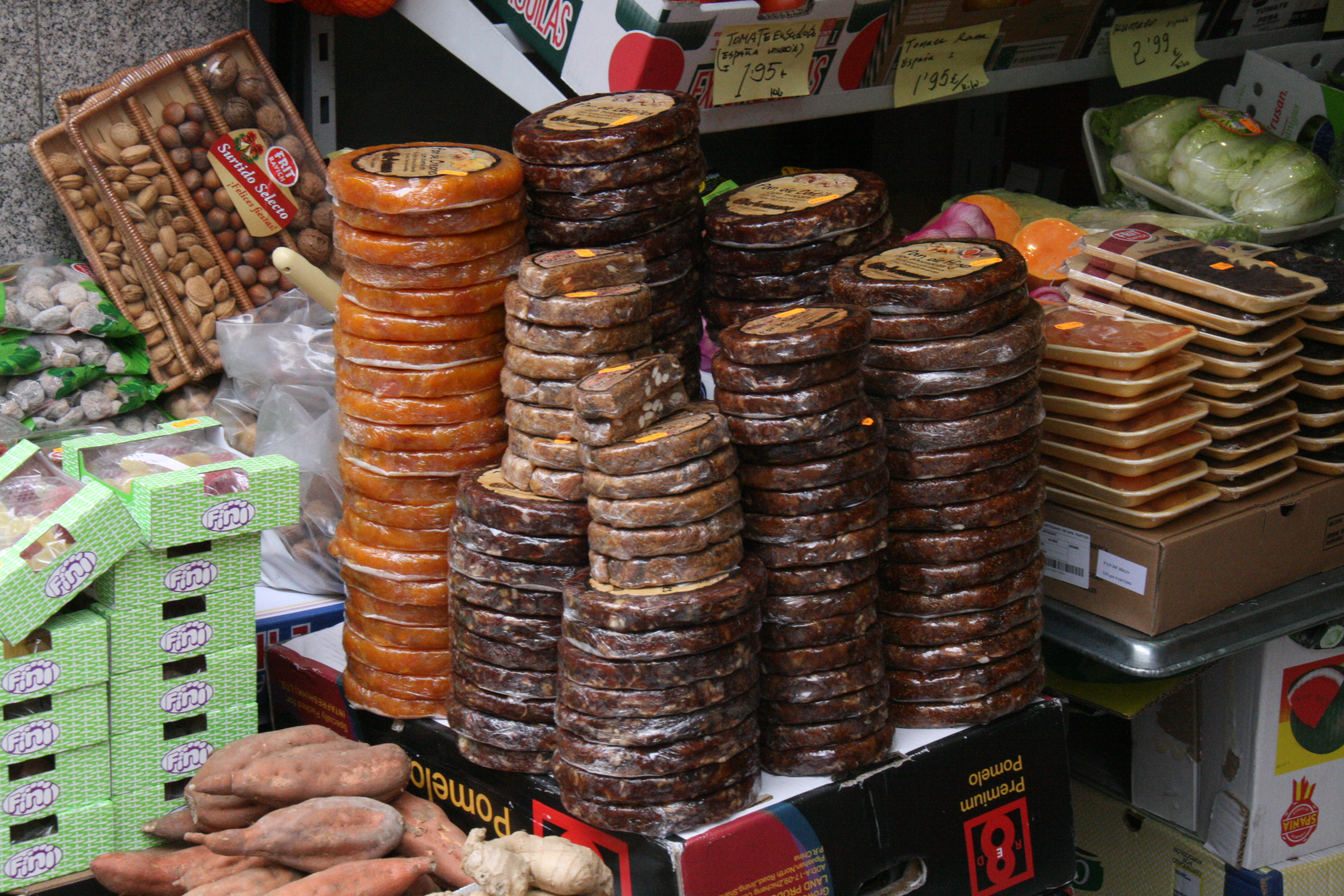
Vijgenbrood
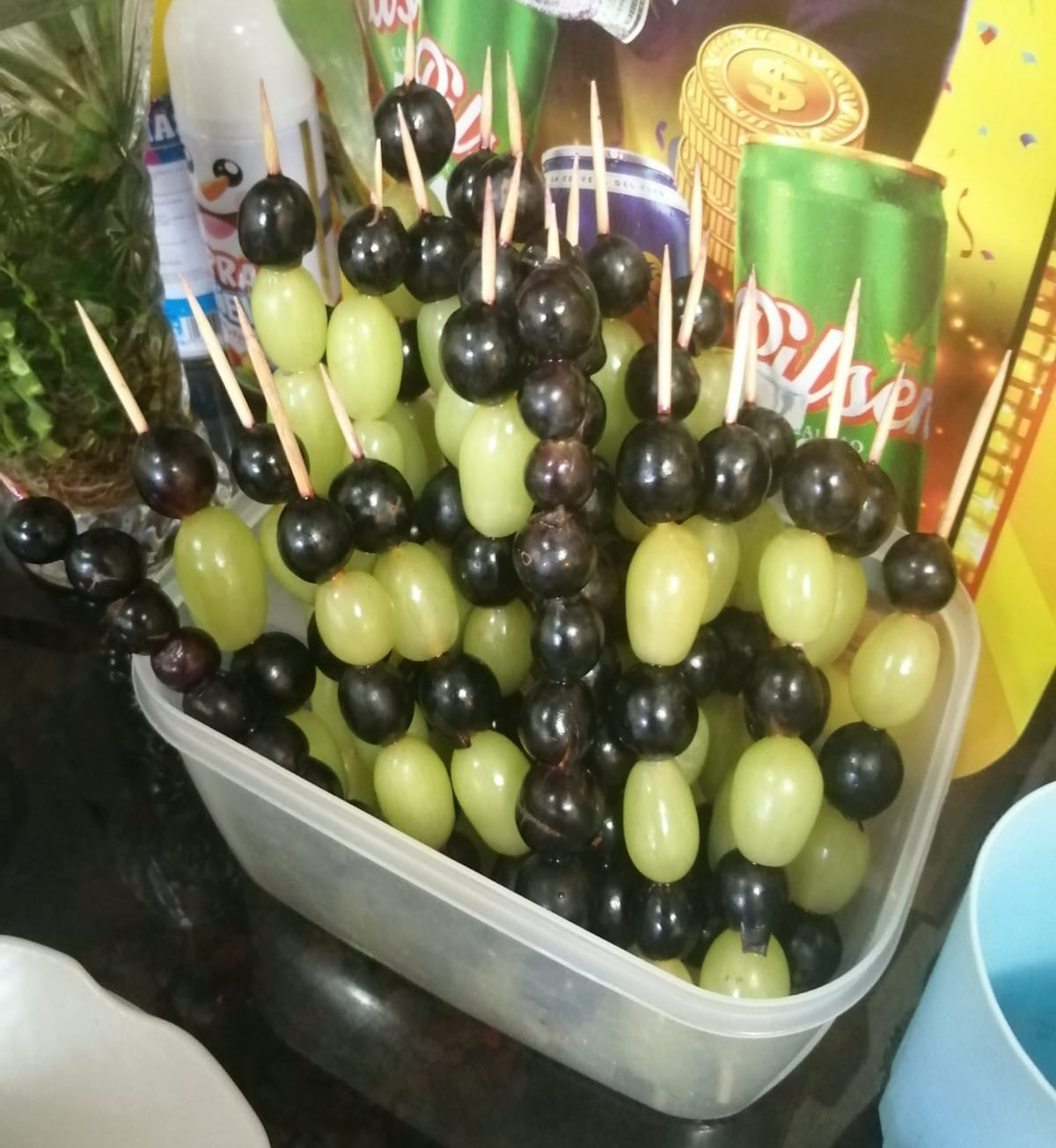
Ritueel van de 12 druiven voor het nieuwe jaar
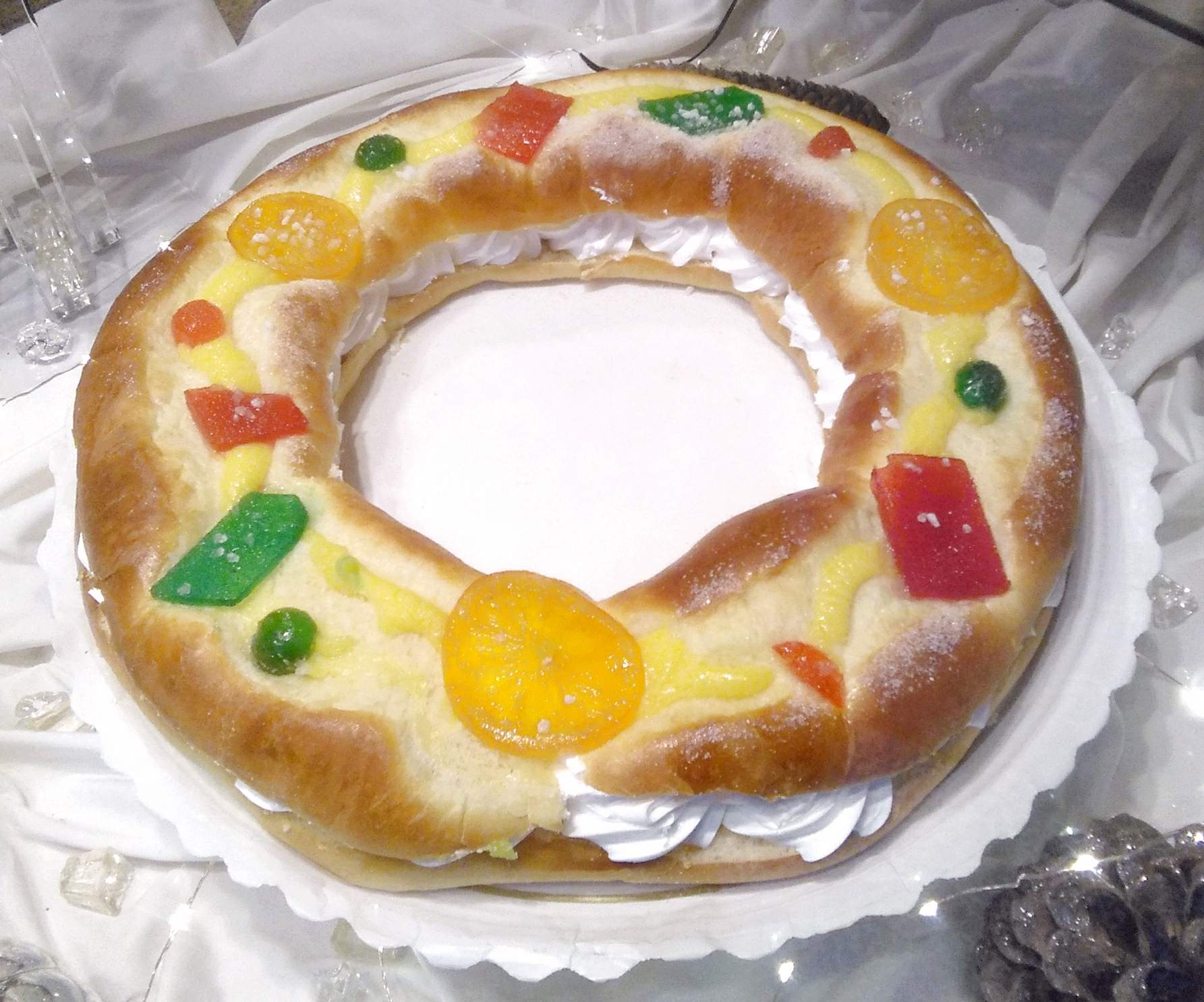
Roscón de Reyes

## Sri Lanka

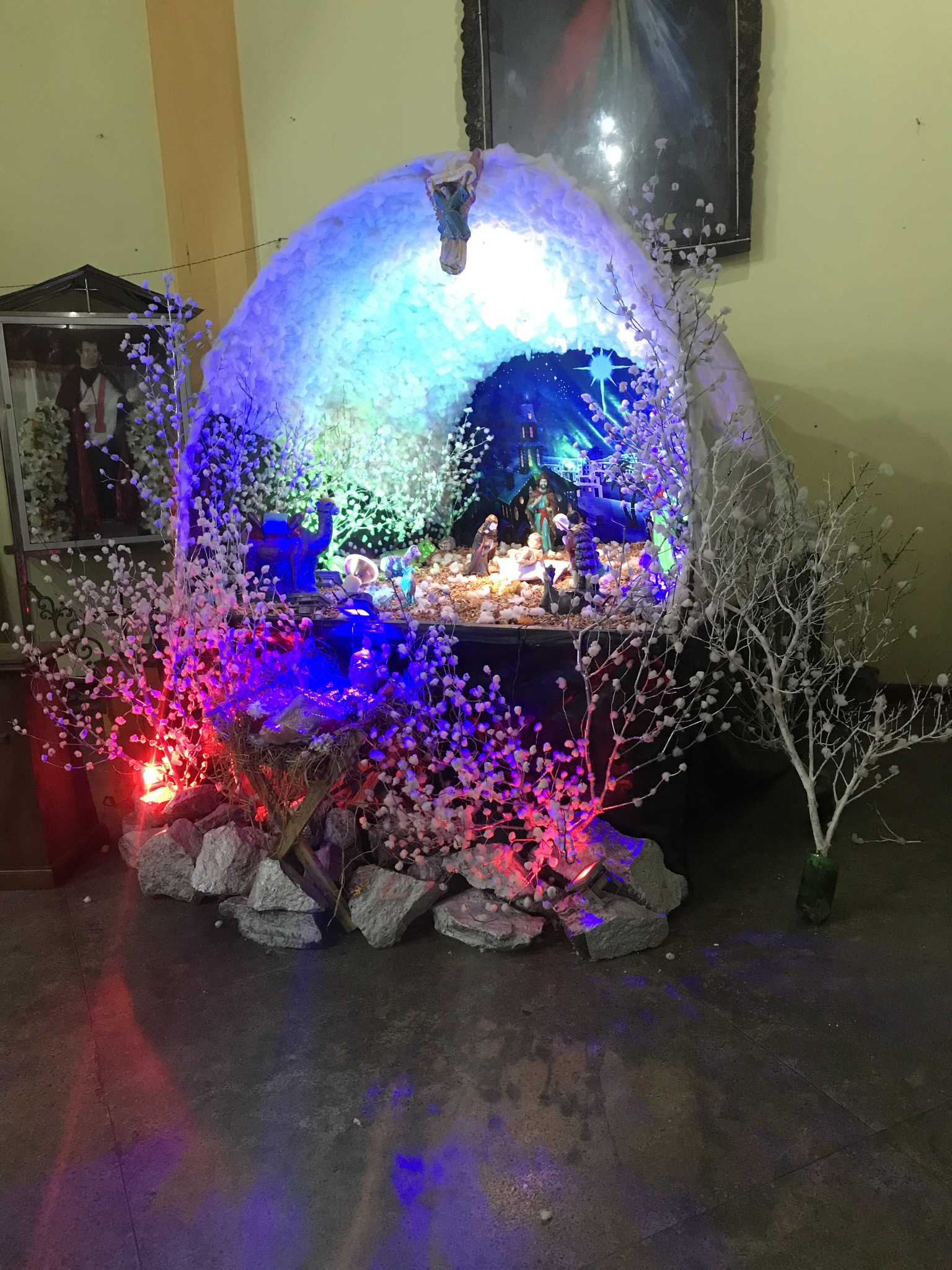
Kerstal gemaakt van katoen, wat een witte kerst representeert

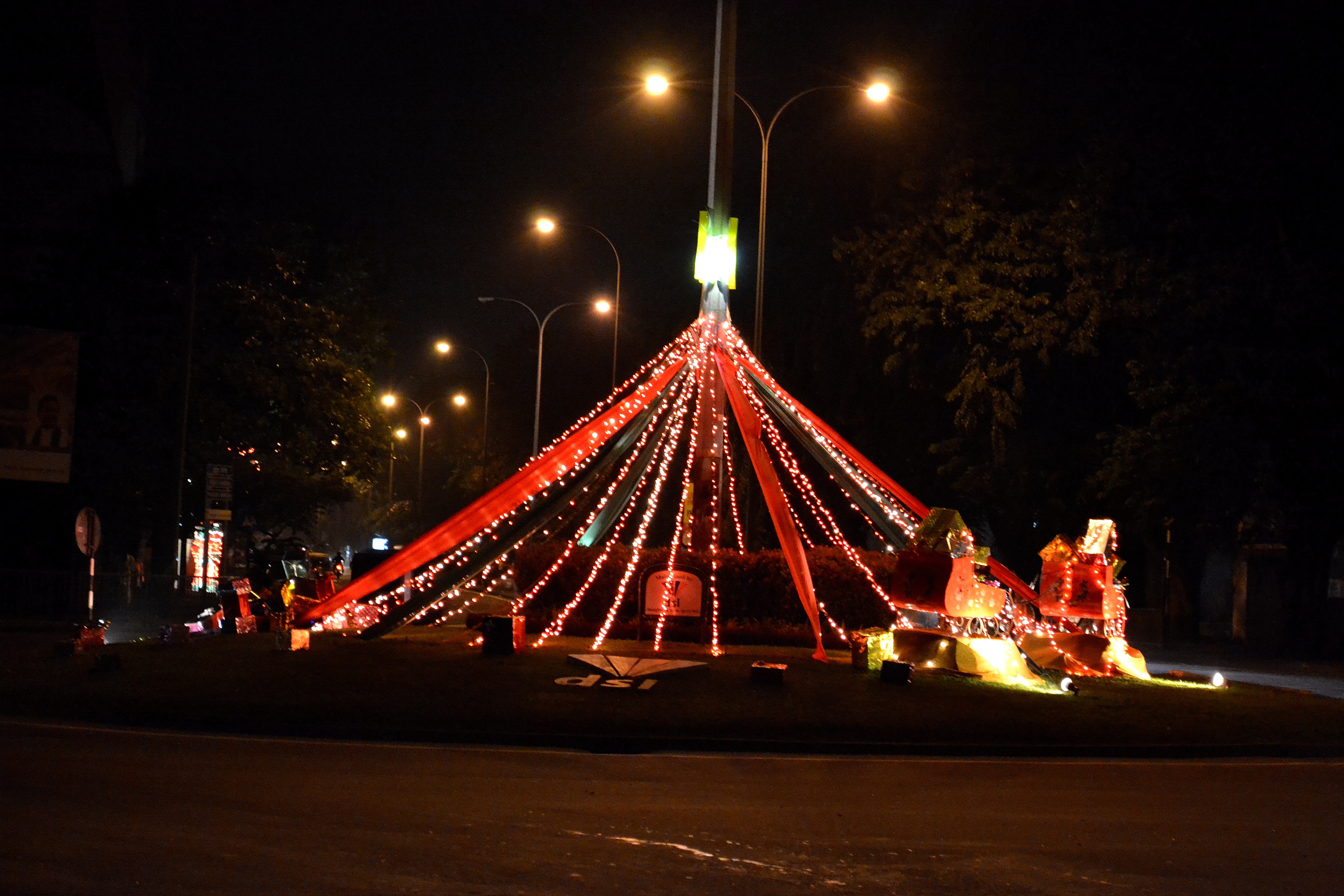
Kerstboom in Colombo
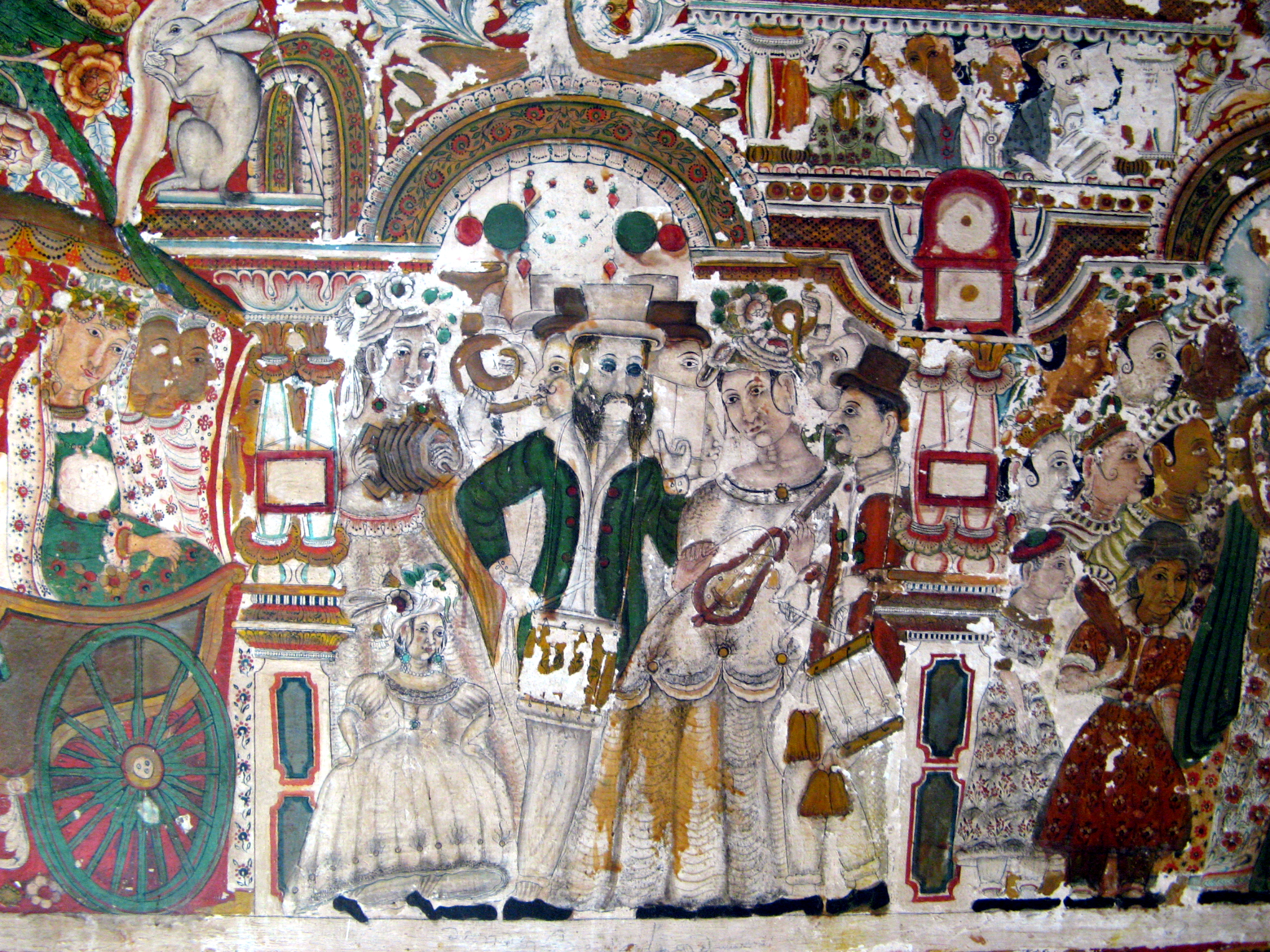
Viering van kerst door Europeanen, afgebeeld door inwoner van Sri Lanka in 19e eeuw

## Taiwan

Kerstverlichting bij de tunnel van Xinzhongshan Linear Park

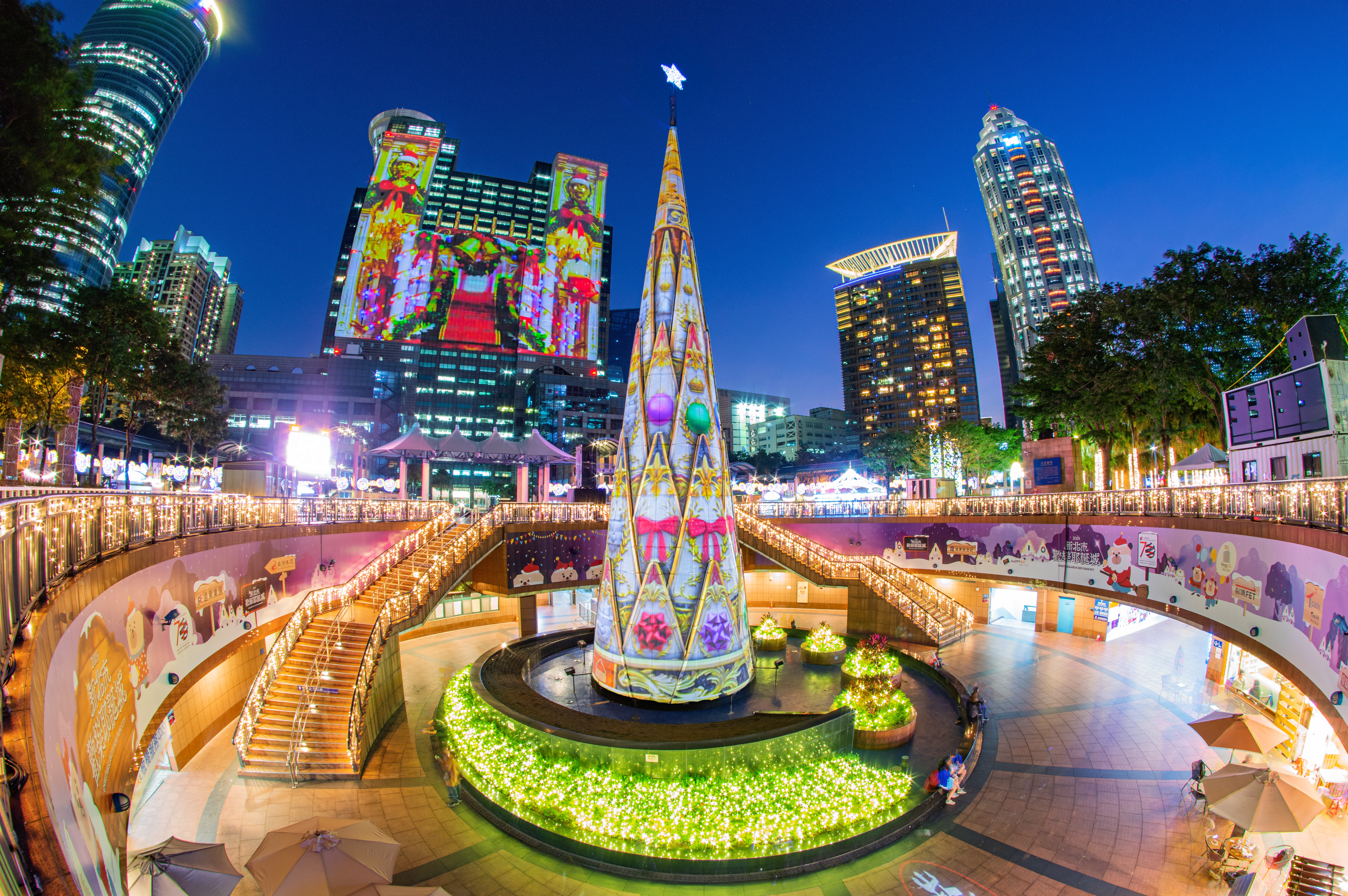
Kerstland in Nieuw Taipei
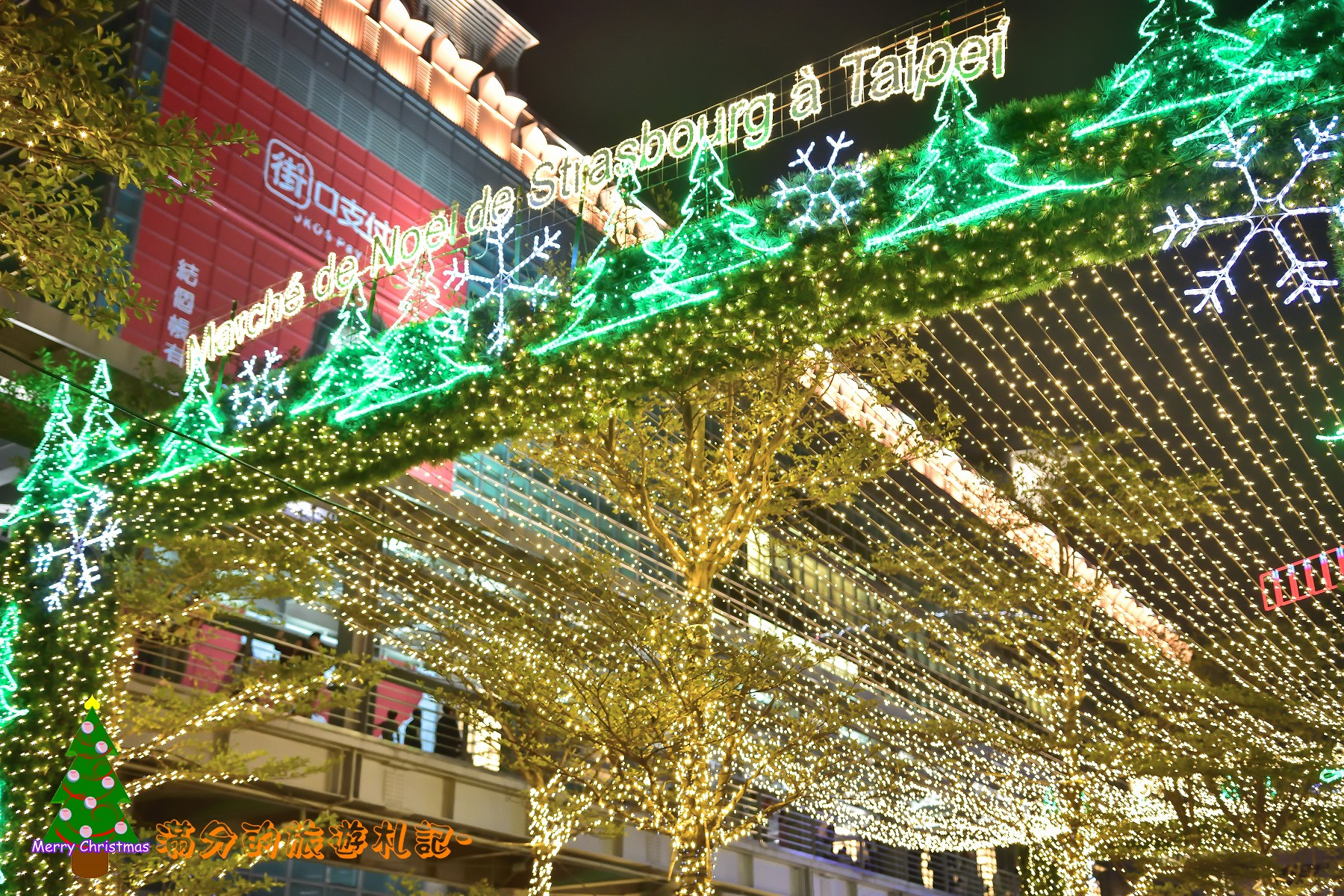
Kerstmarkt in Taipei
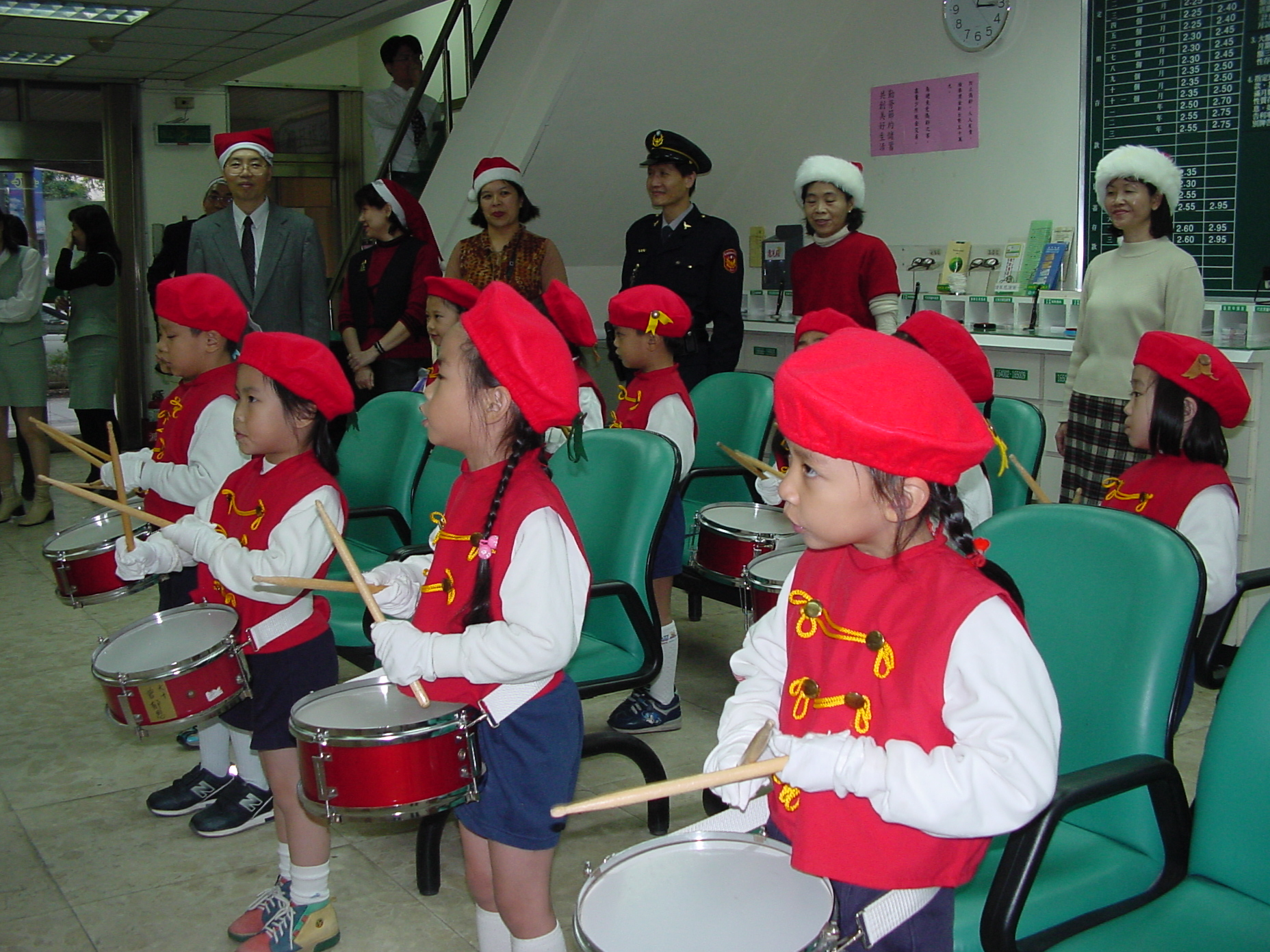
Kinderen vieren Kerstmis, 2001
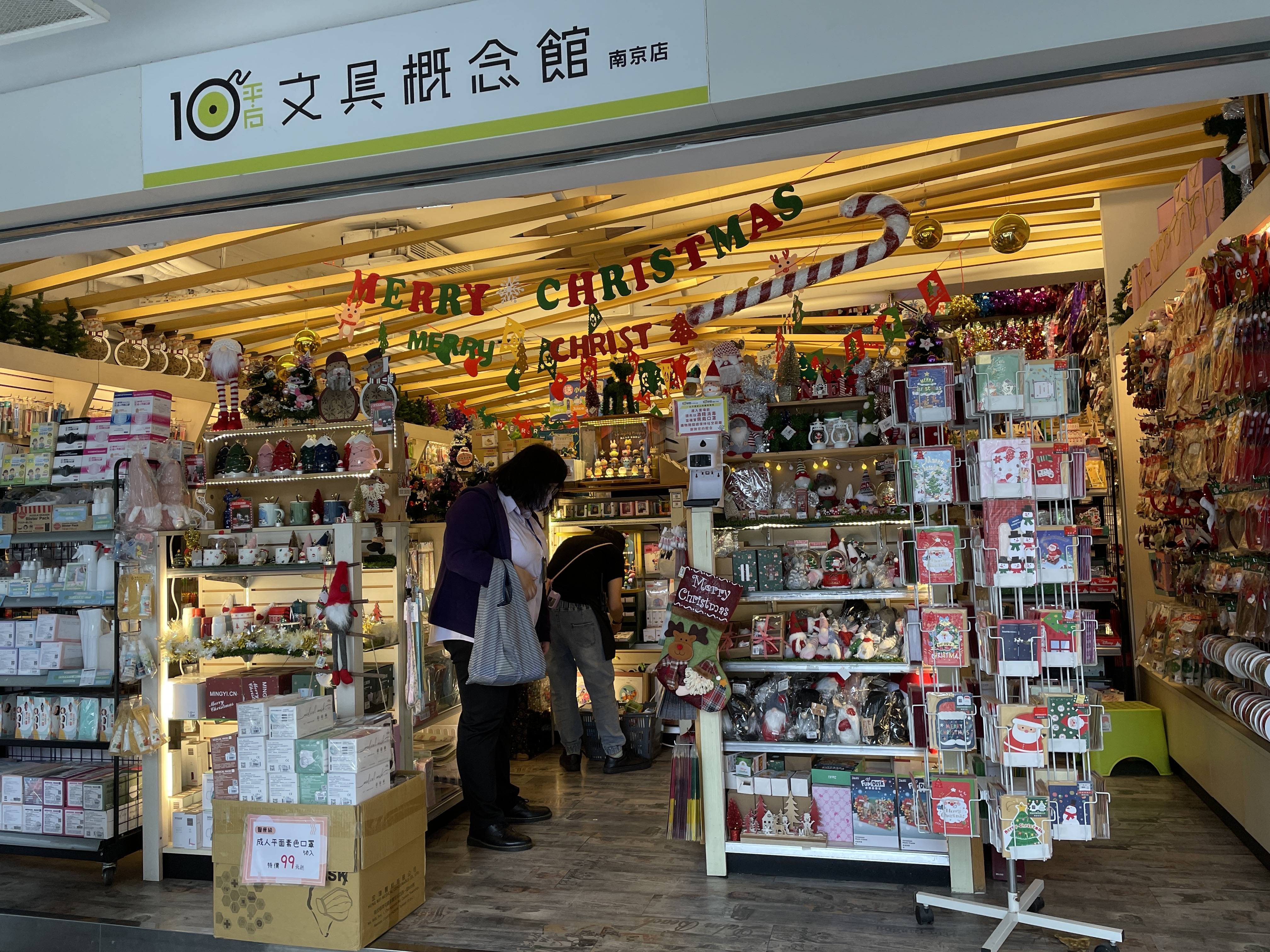
Kerstversiering in een winkel in Taipei
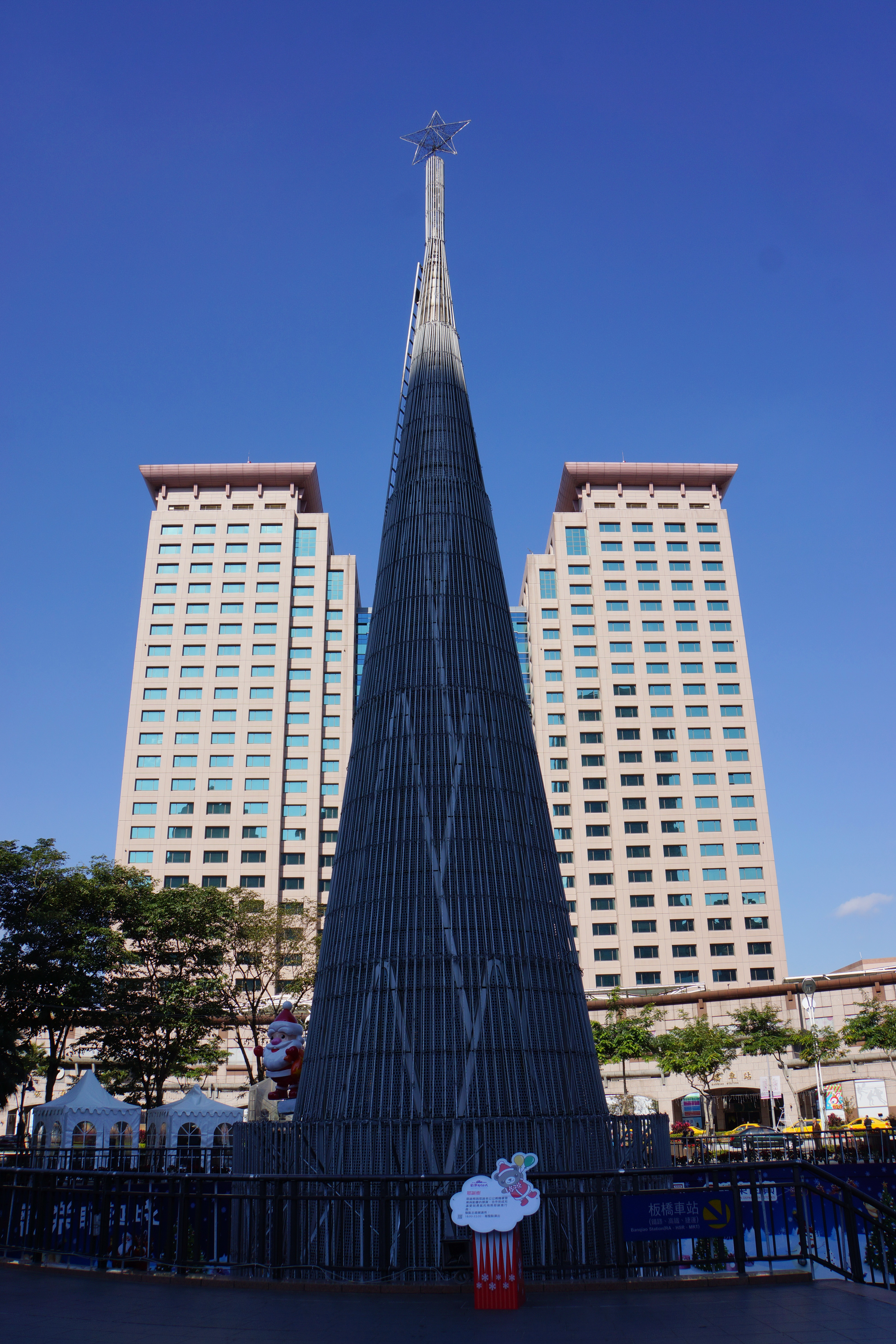
Kerstboom in Taipei
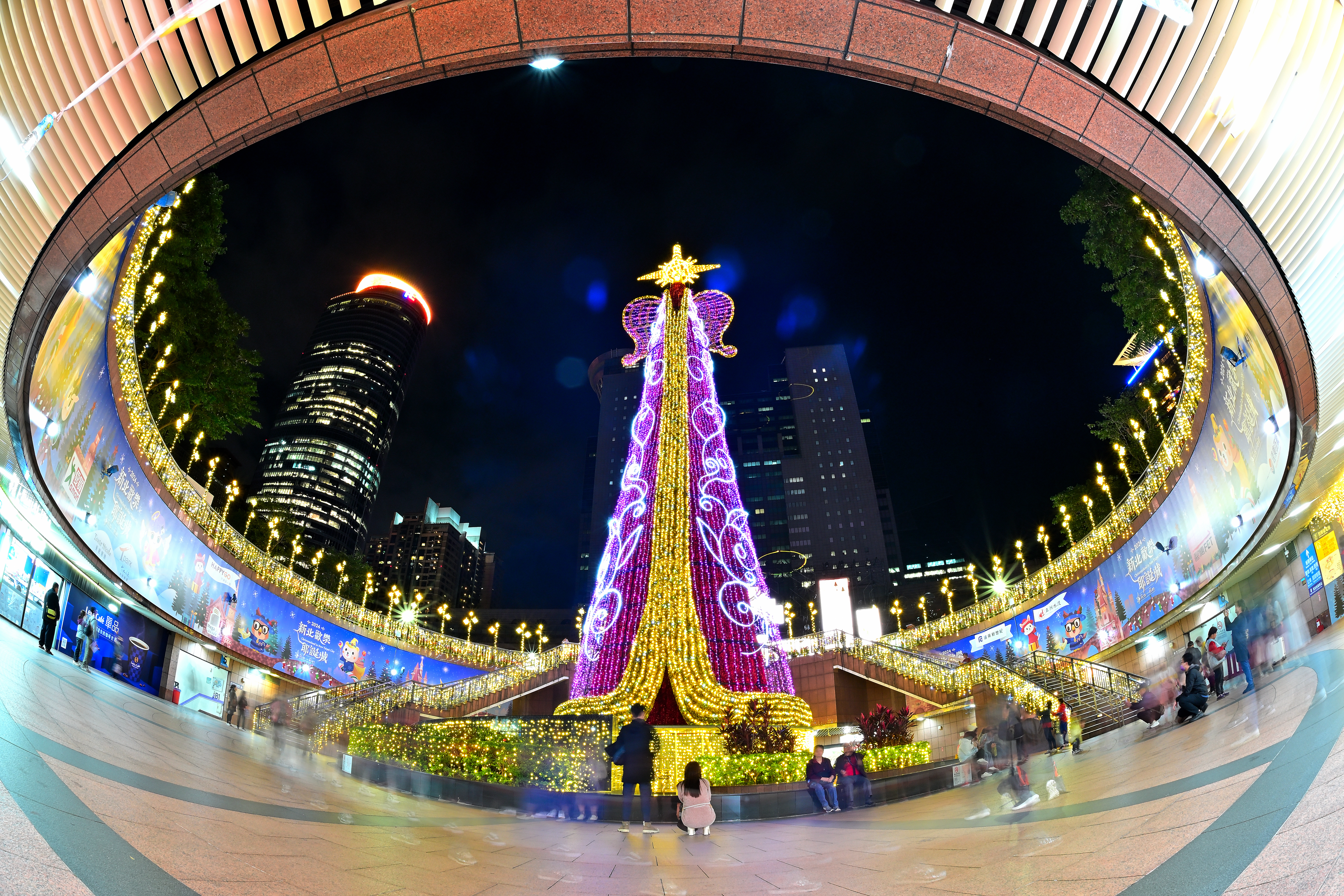
Christmasland, 2024
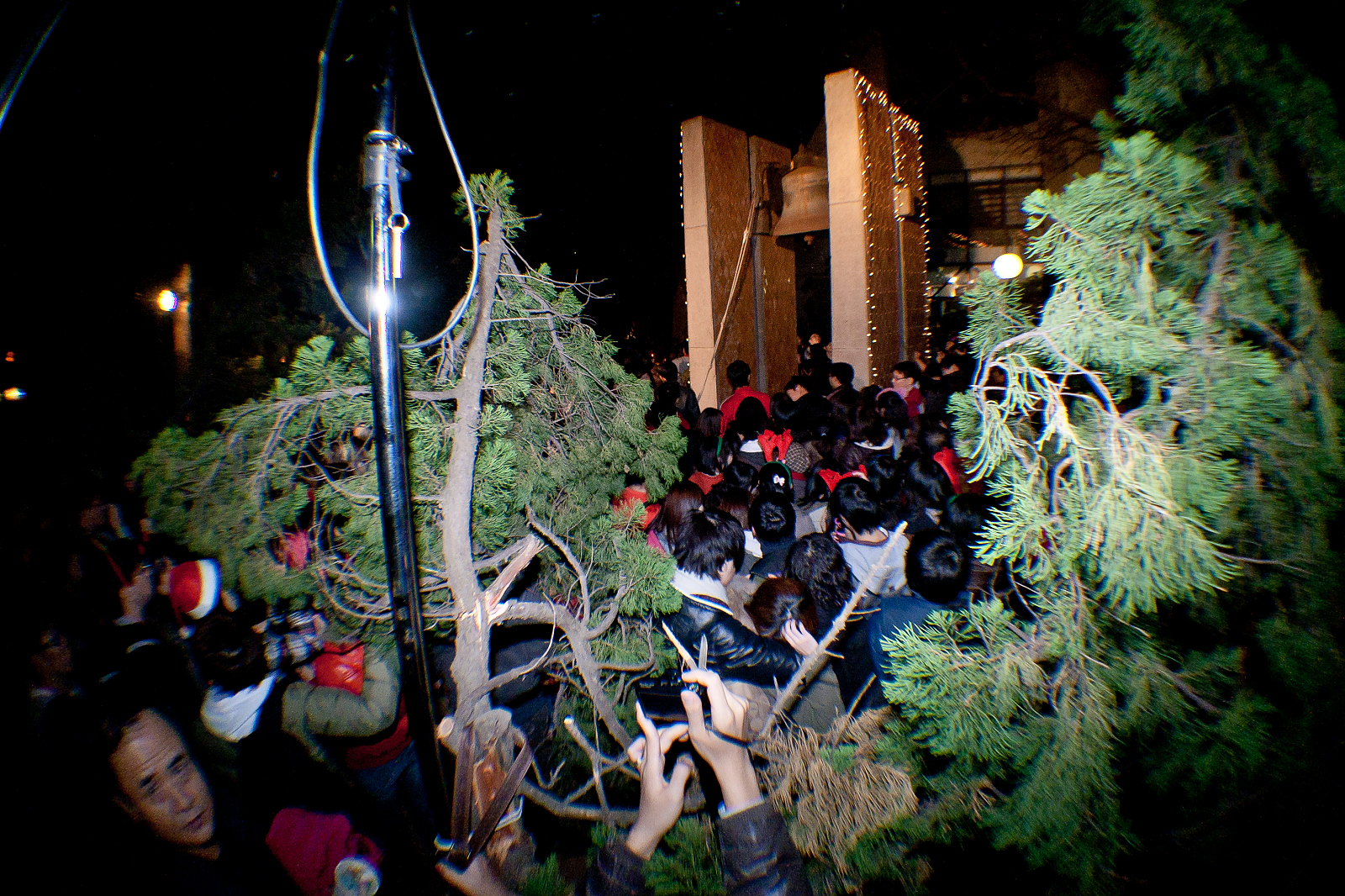
Kerstavond op de universiteit van Tunghai

## Thailand

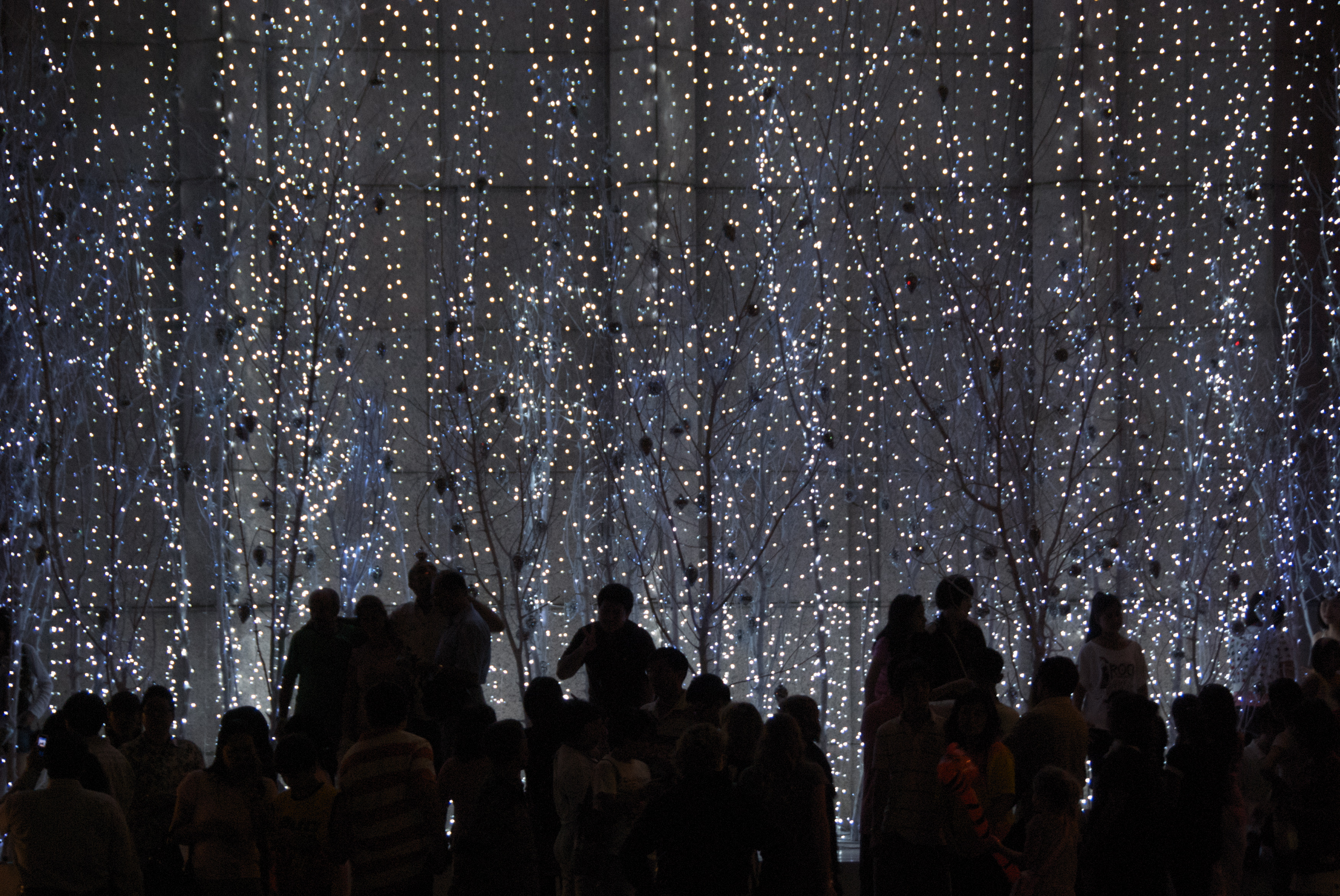
Kerstverlichting in Bangkok, 2008
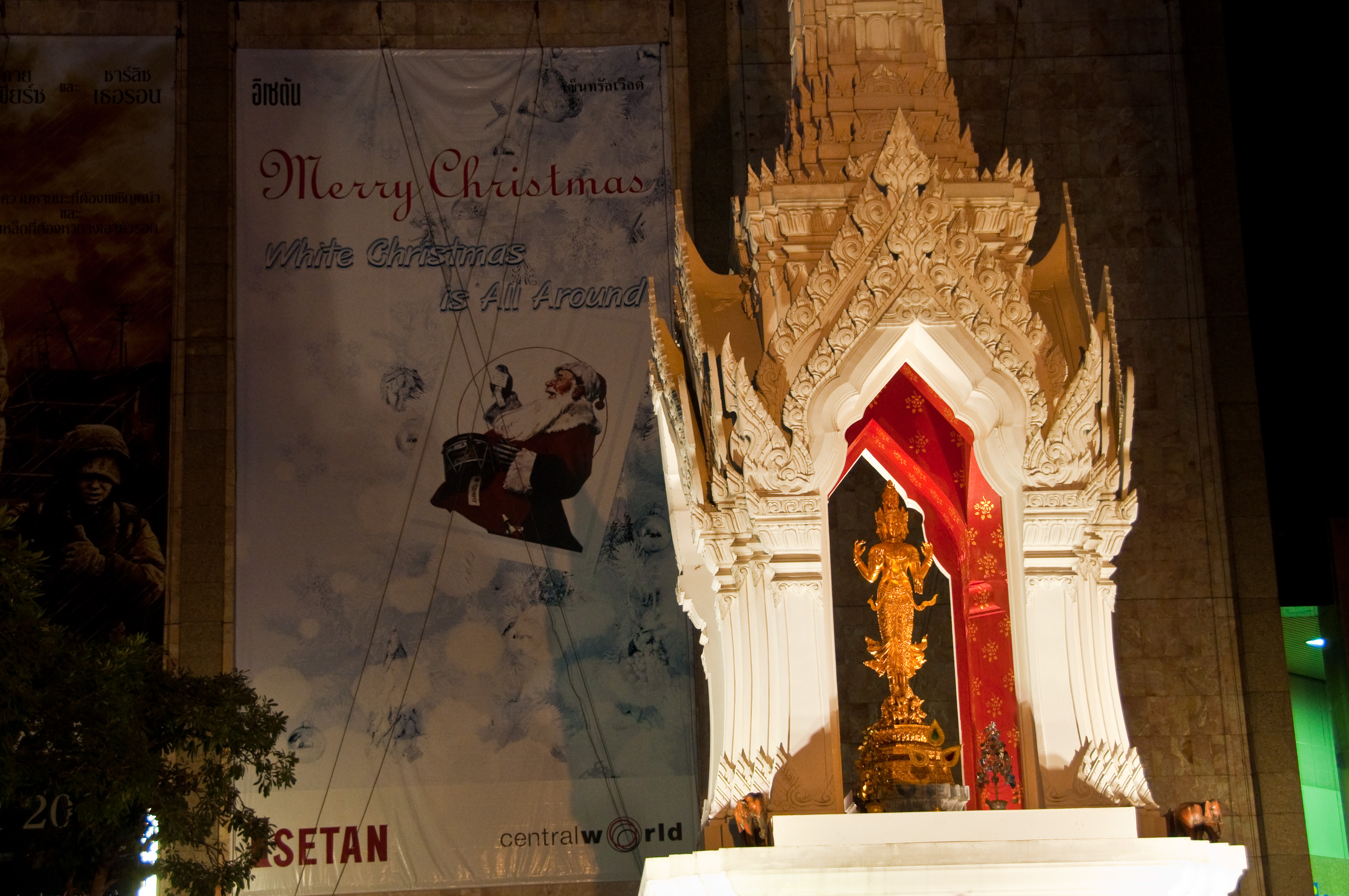
Kerstversiering bij het heiligdom voor Trimurti in CentralWorld, 2009

## Timor

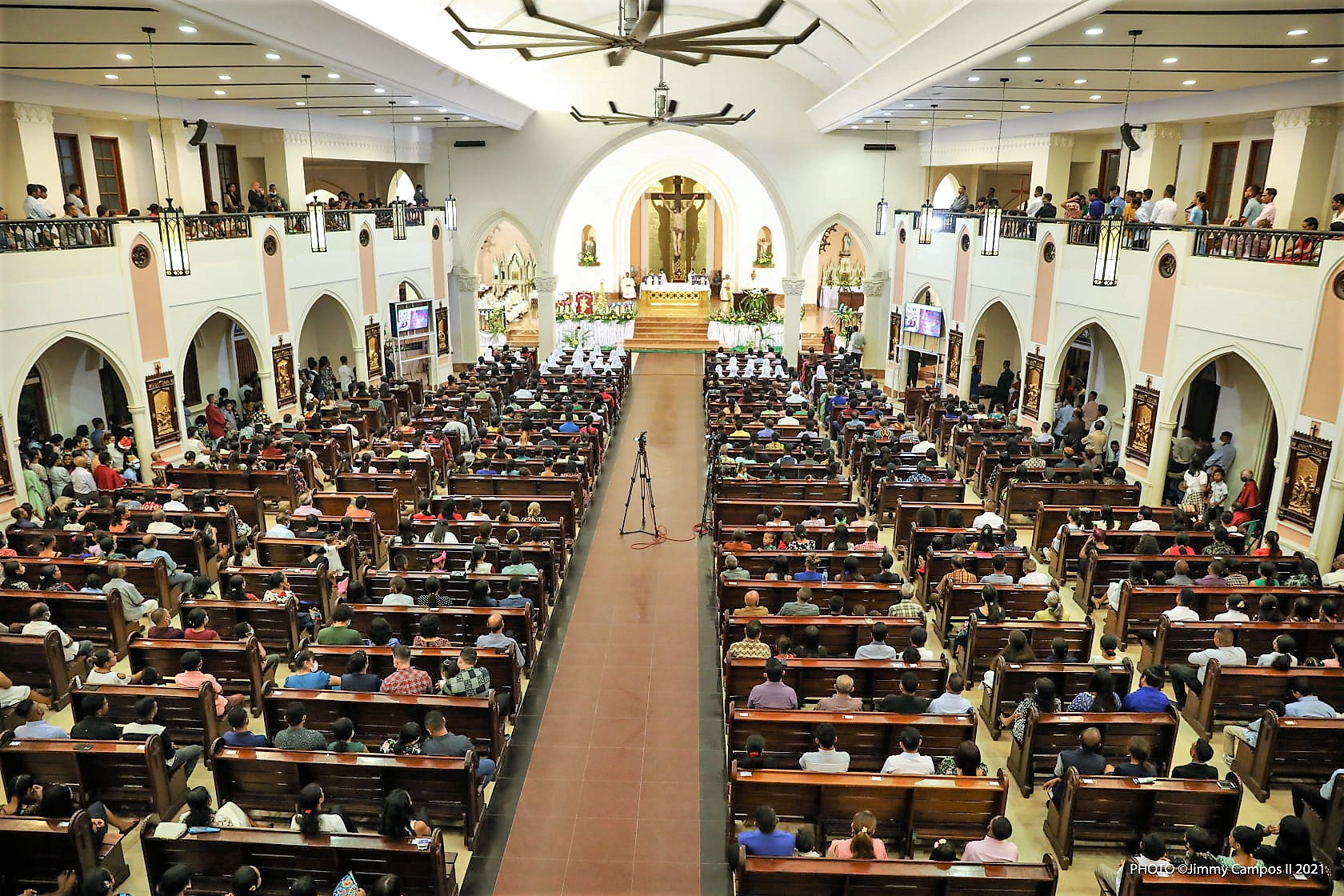
Kerstmis in de kathedraal van Dili

## Tsjaad

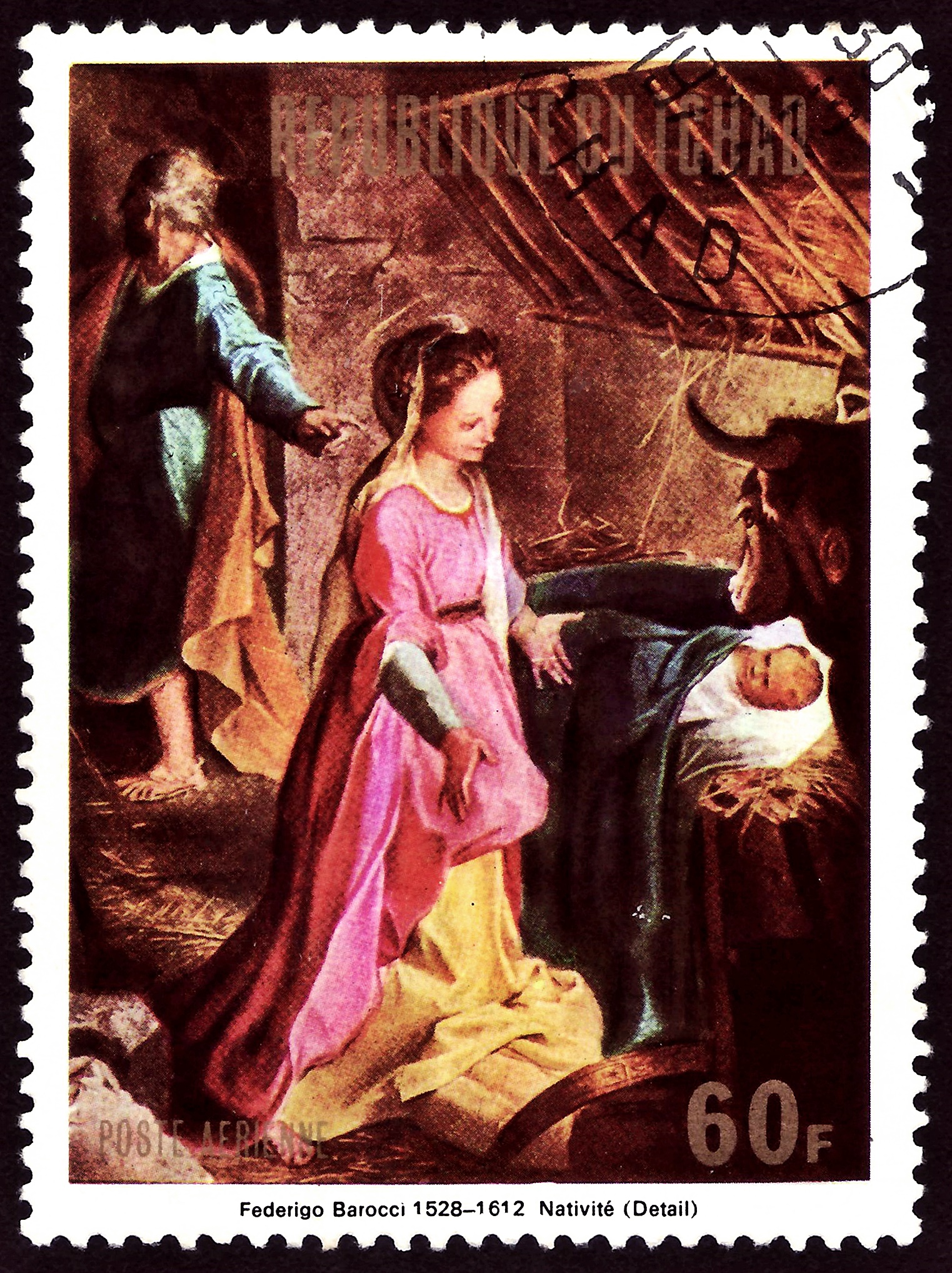
Kerstpostzegel uit Tsjaad, 1973

## Tsjechië

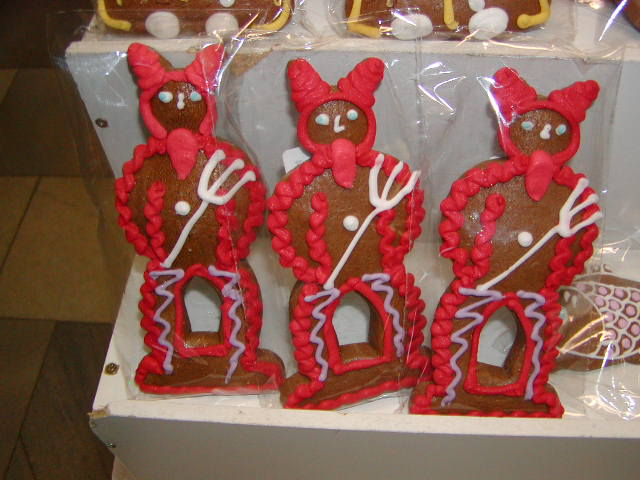
Kerstkoekjes in de vorm van een duivel

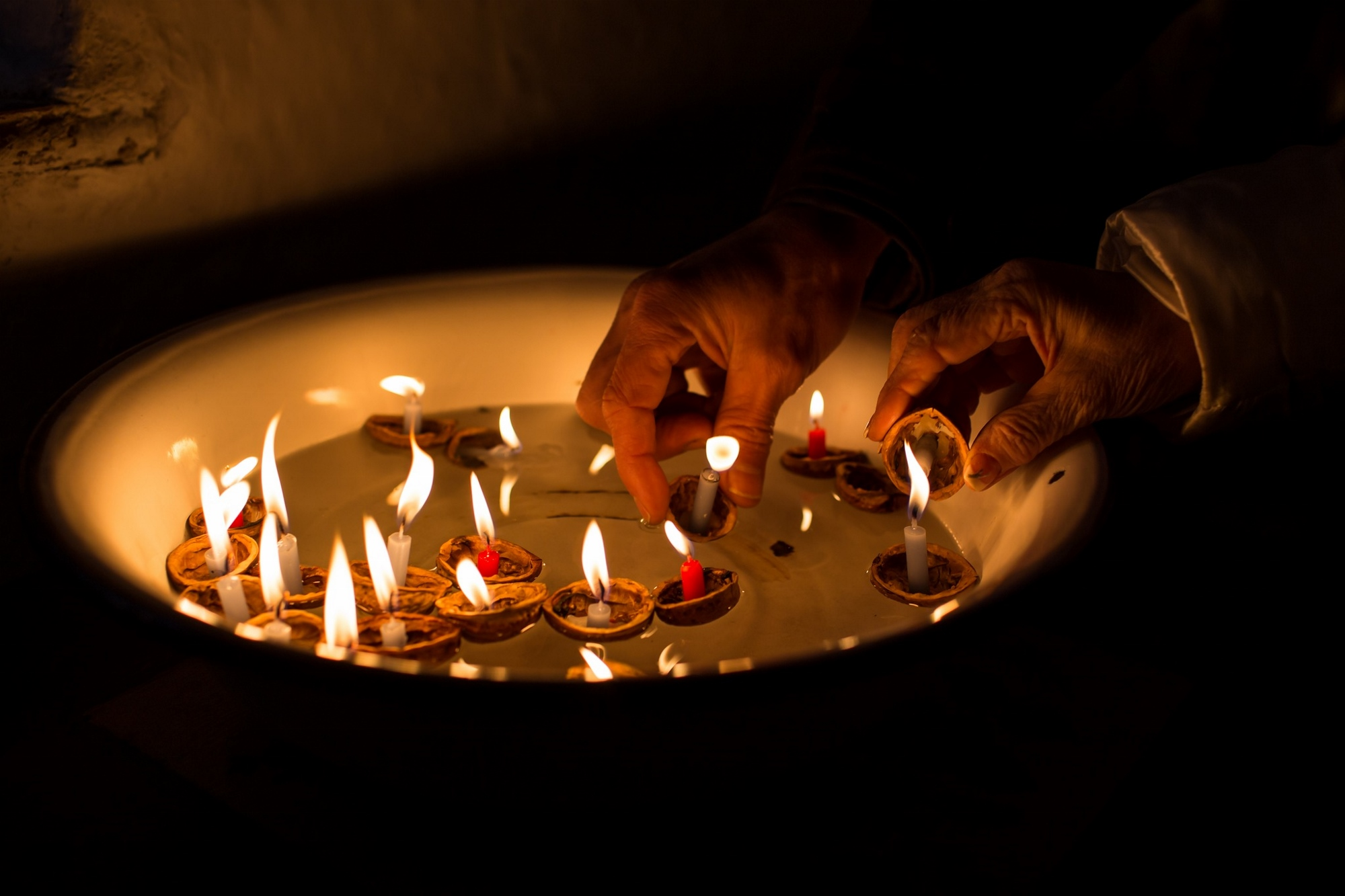
Het te water laten van boten was een populaire kersttraditie, als de familie 'goddelijk' was en vroegen of ze volgend jaar het hele jaar samen zouden zijn.

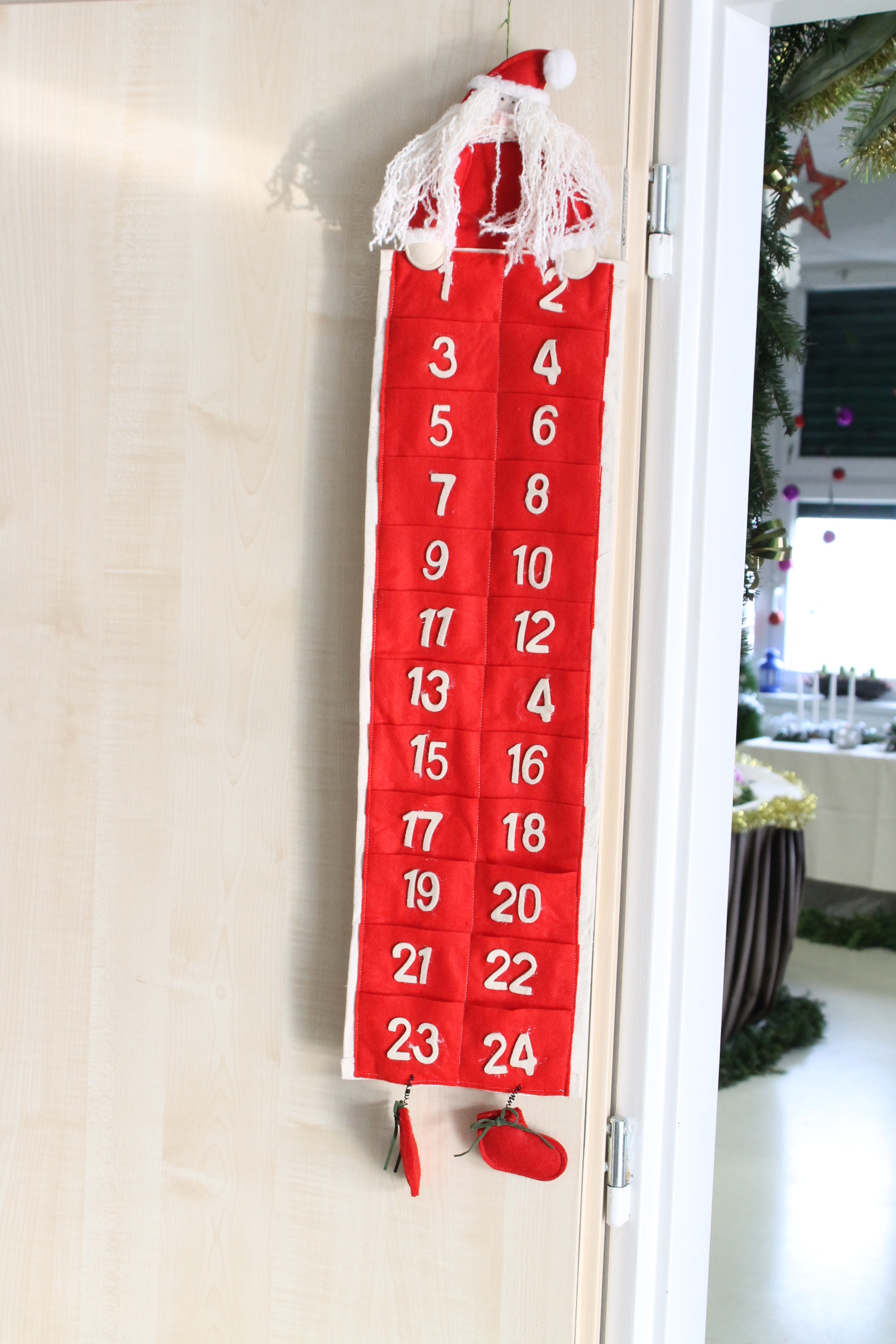
Adventskalender in Rajhrad

Jesličkové figurky 2.jpg|Figuren voor de kerststal uit Praag, 1804
In Tsjechië wordt Kolyada gevierd. Hier begint de Kerstmis met de kerstavond 24 december, het vasten op kerstavond (of alleen vleesloos eten) een middeleeuwse traditie. Als je dit volhoudt tot het kerstdiner, zou je een gouden varken zien (wat een symbool van geluk is). Het kerstavonddiner bestaat traditioneel uit een karper (gebakken of gefrituurd) of schnitzel en een aardappelsalade. De karpers worden een paar dagen voor de kerst massaal verkocht, vaak in grote vaten die buiten op de straat staan. Op tafel mag een kerststol en vele soorten kerstkoekjes niet ontbreken, meestal thuis zelfgebakken. Deze avond is vooral voor de kinderen heel spannend. Na de avondmaaltijd wordt de kerstboom verlicht met de sterretjes en worden er kerstliedjes gezongen. En dan brengt het Jezusje/Kerstkindje (Ježíšek) cadeautjes voor groot en klein.
De middernacht wordt gevierd in de kerken met kerstconcerten. Op vele plaatsen zijn de kerststallen te bezichtigen. Een typisch kerstontbijt is een zoet gevlochten brood (vánočka).
De Kerstmis wordt in Tsjechië 25 en 26 december gevierd. Tijdens het communistische regime mocht Kerstmis gevierd worden, maar dit feest werd gehouden als een feest van de winterzonnewende. De religieuze achtergrond werd toen verzwegen zoals alles wat de religie betrof.
Naast vele kerstliederen wordt er geluisterd naar ´Böhmische Hirtenmesse´ van Jakub Jan Ryba.
In Tsjechië komen Driekoningenoptochten voor.

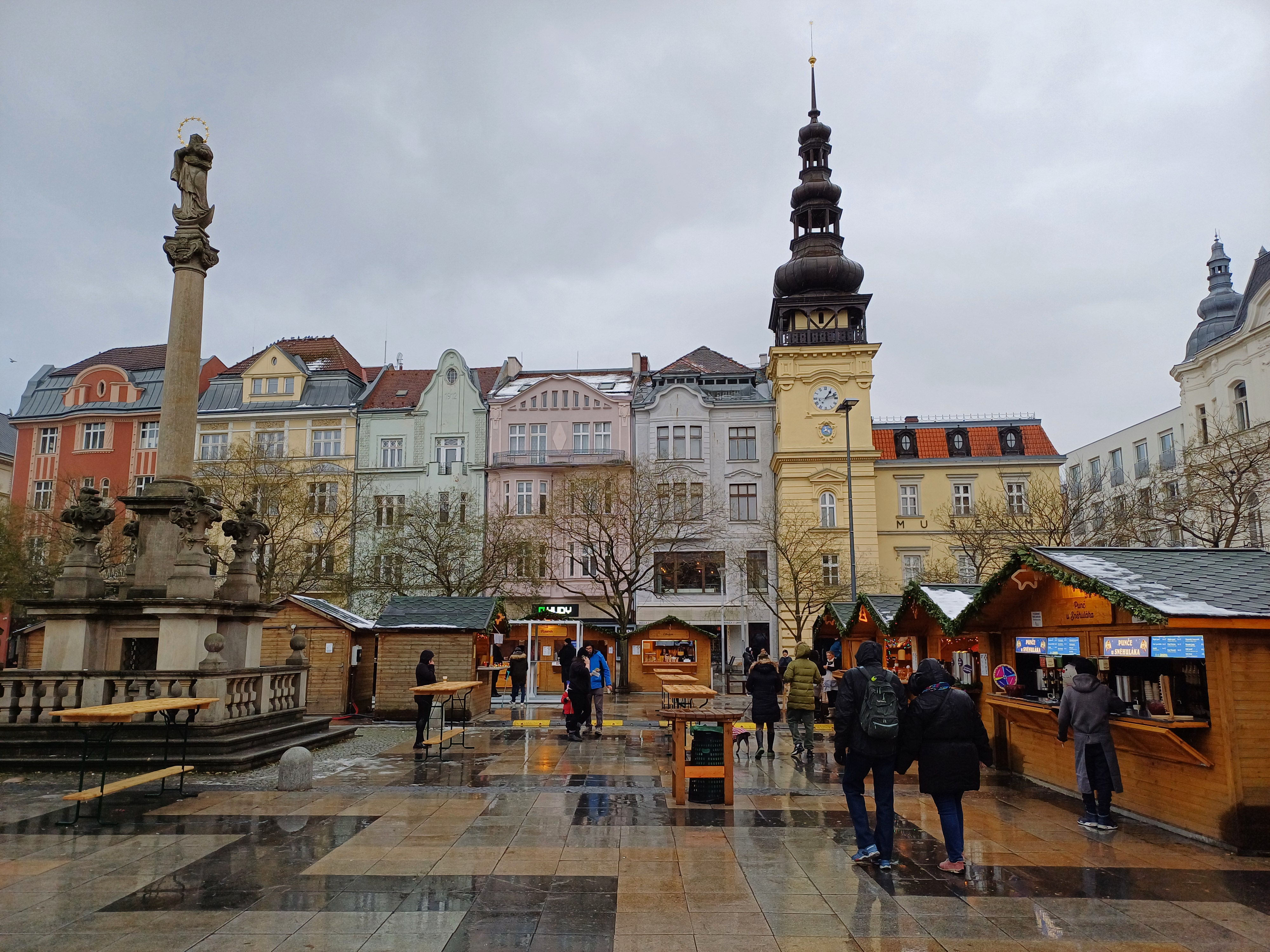
Kerstmarkt in Ostrava
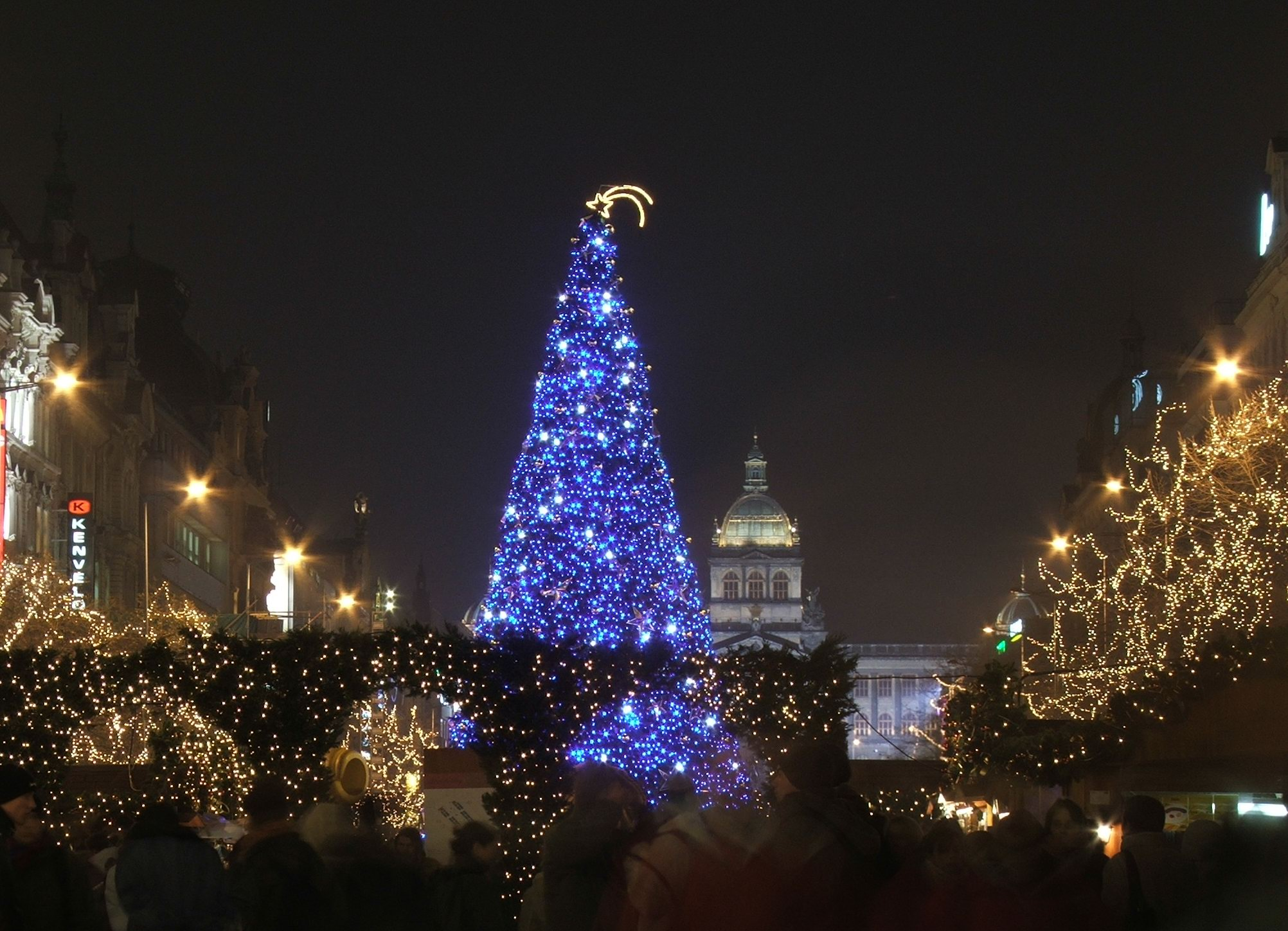
Kerstmarkt in Praag
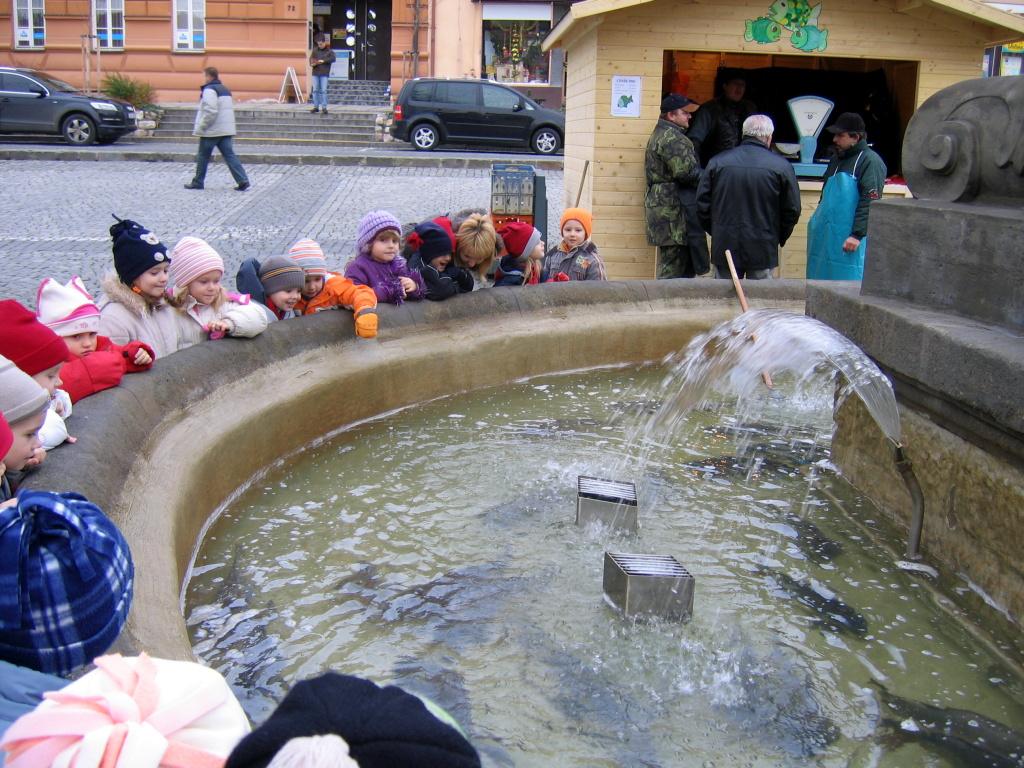
Kerst-karpers in een fontein
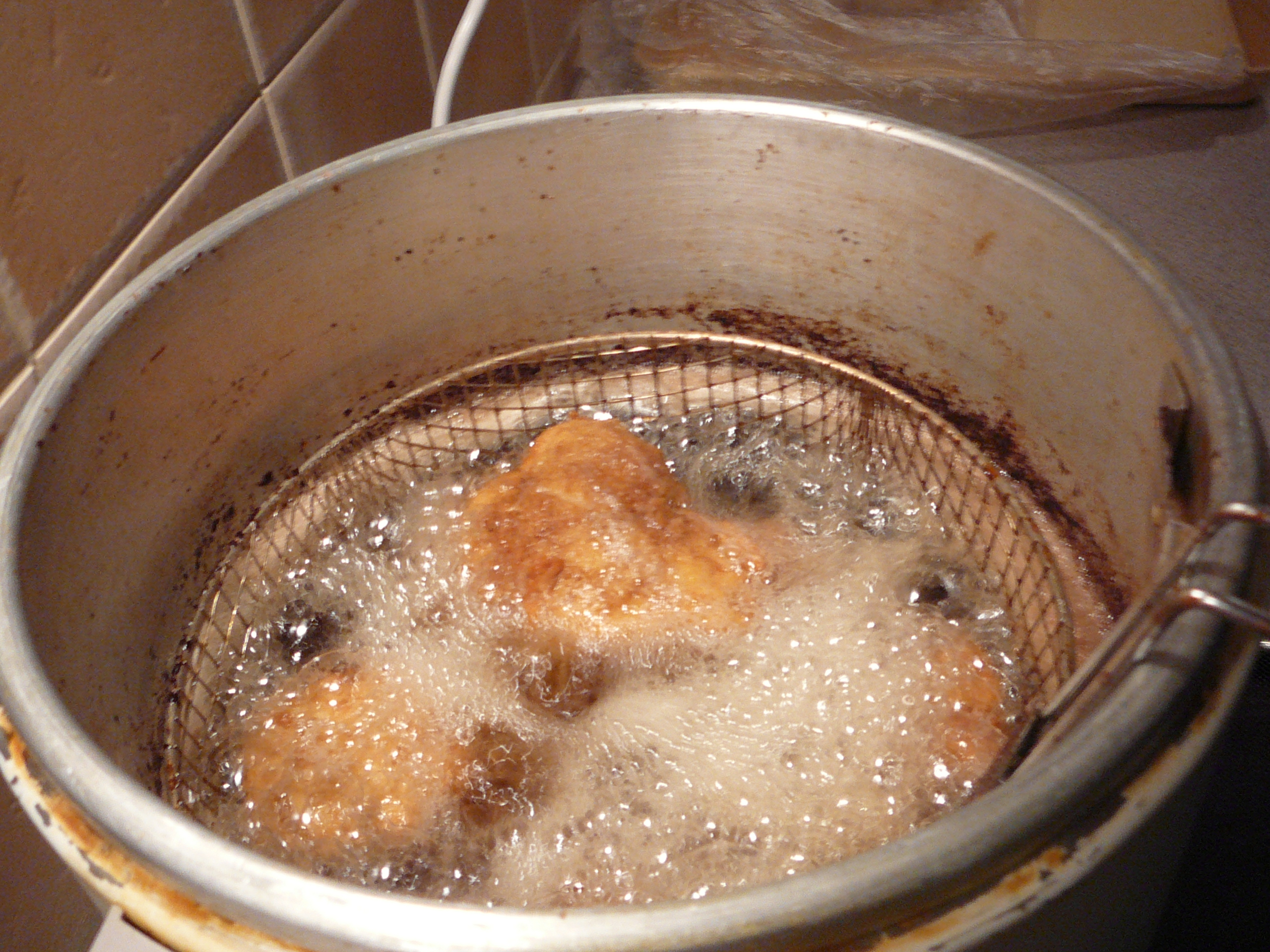
Het frituren van de kerst-karpers
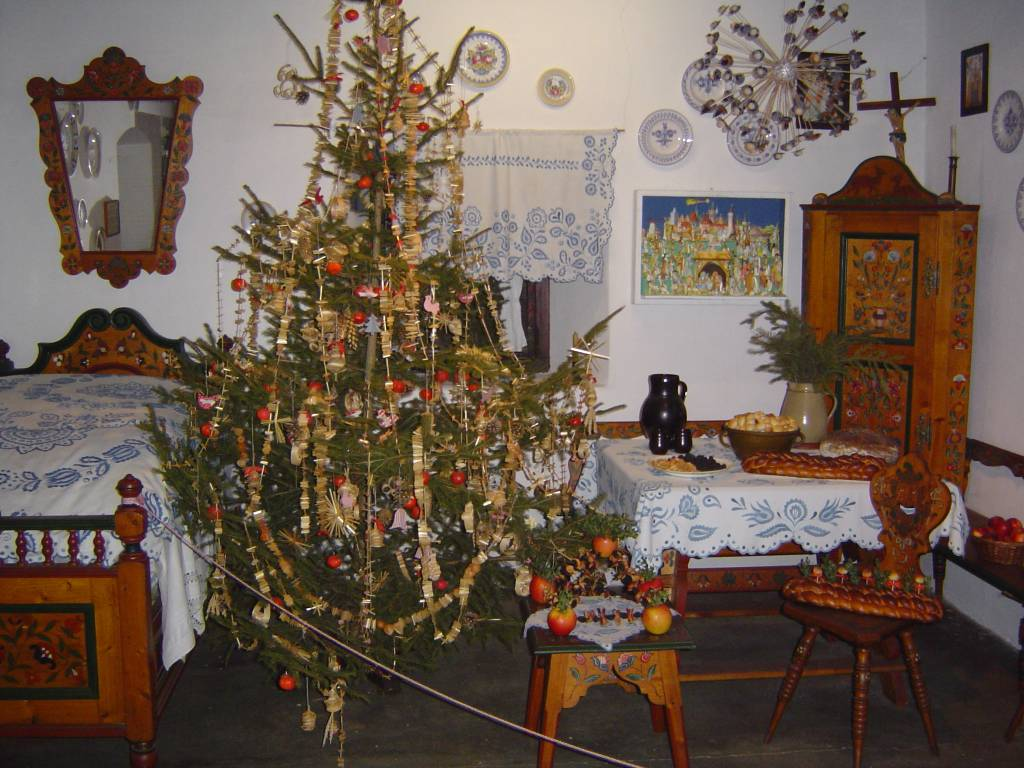
Kerstversiering in een museum
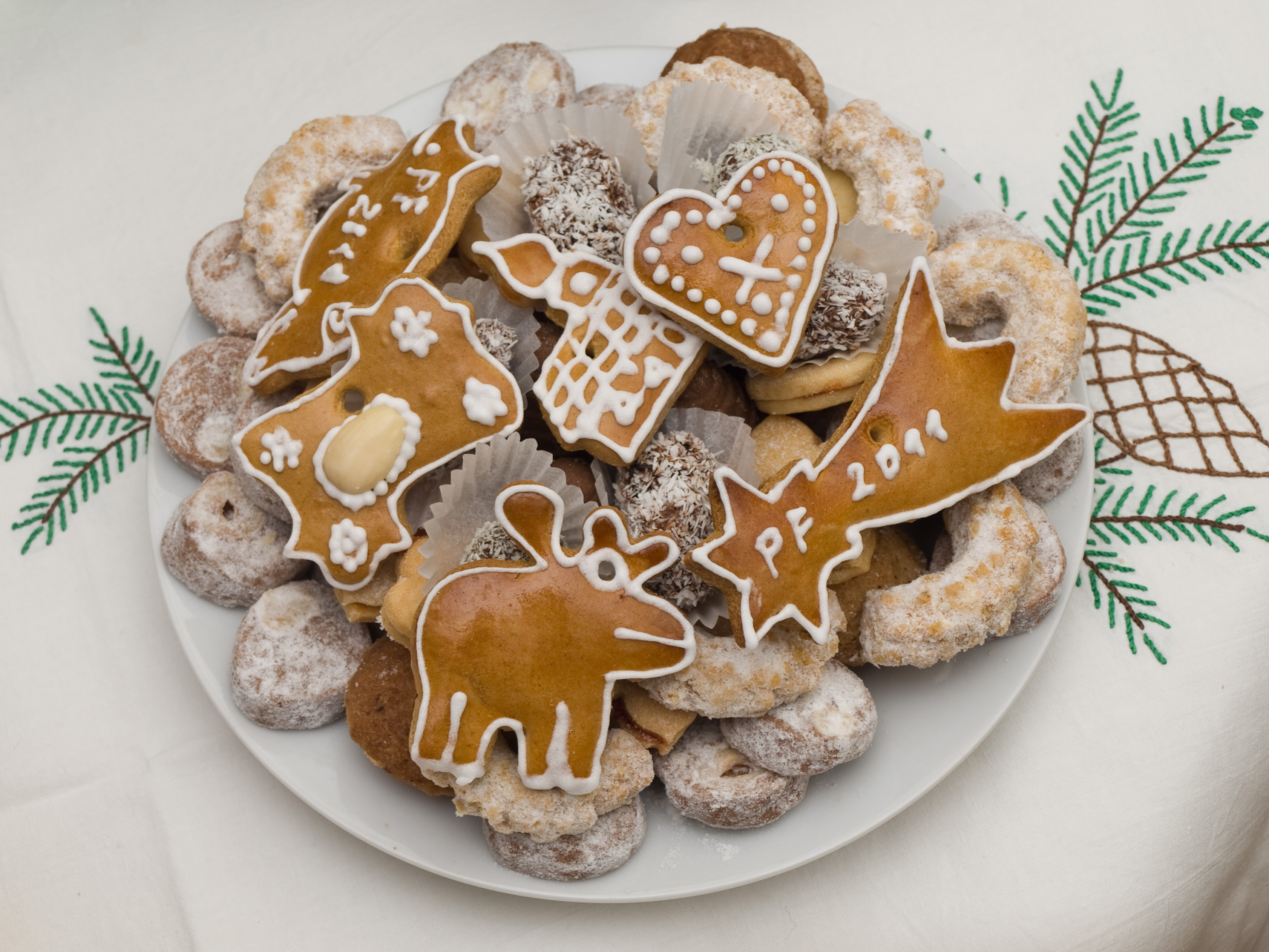
Traditionele kerstkoekjes
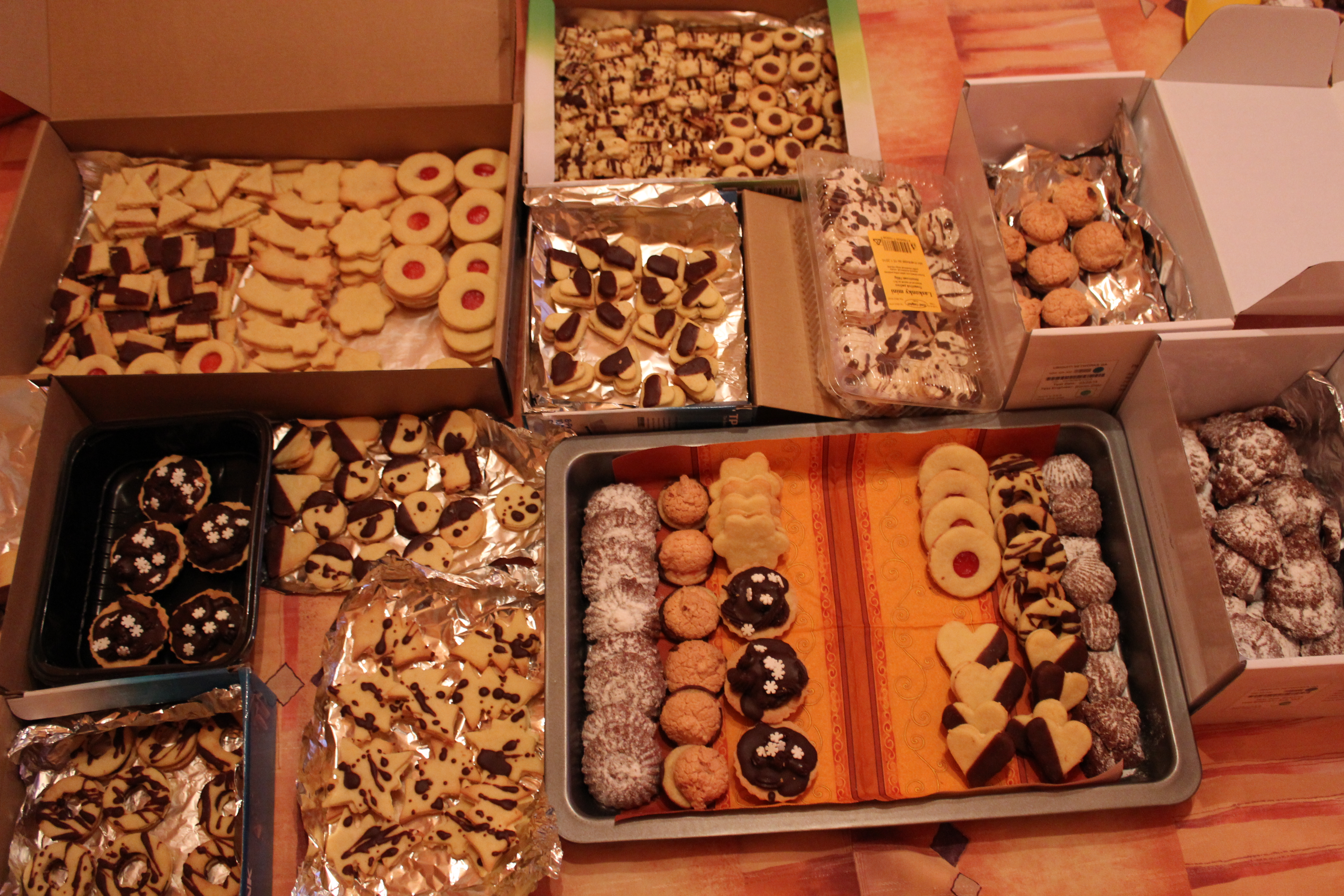
Tsjechische kerstkoekjes
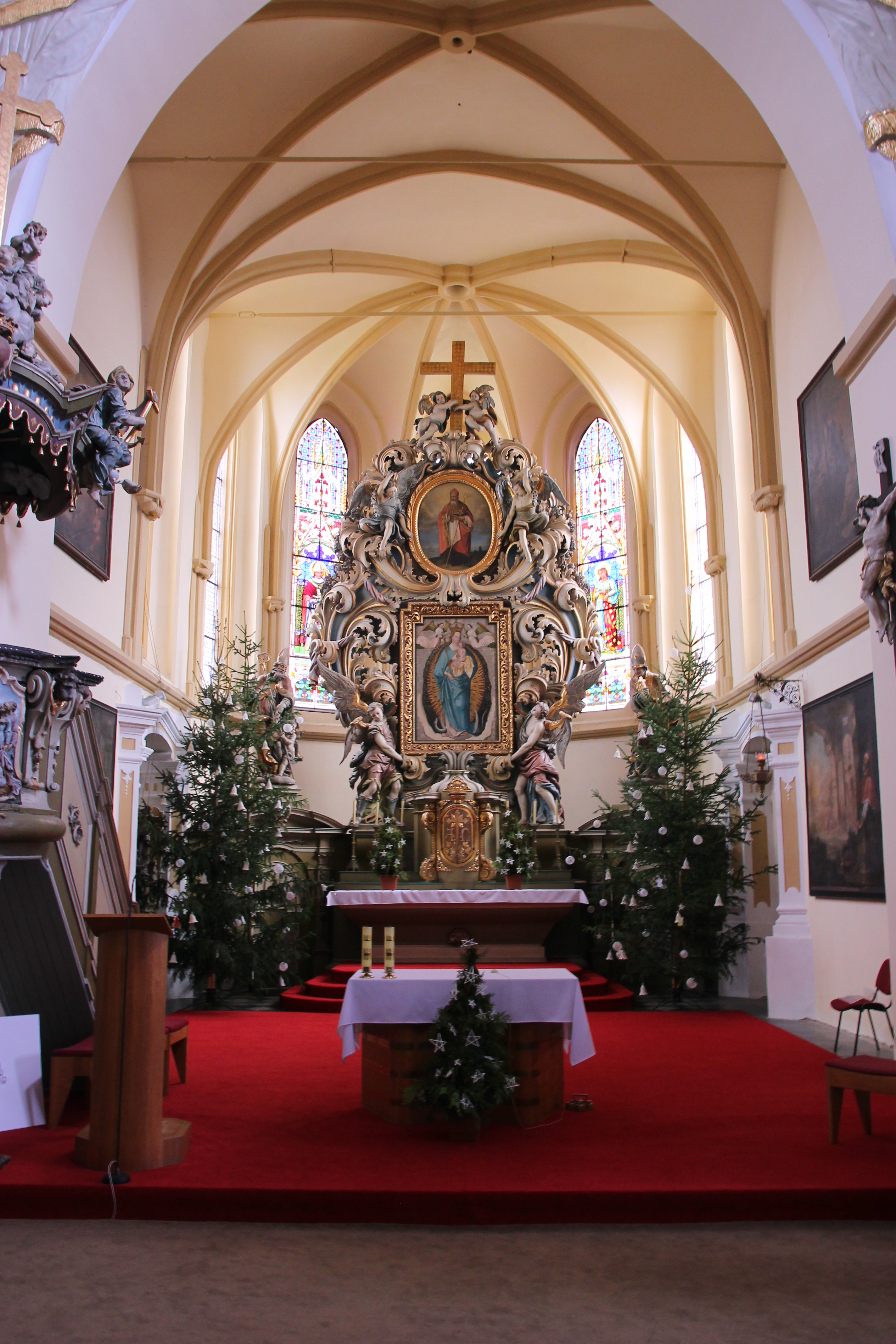
Kerst in de Sint Nicolaaskerk in Benešov, 26 december 2019
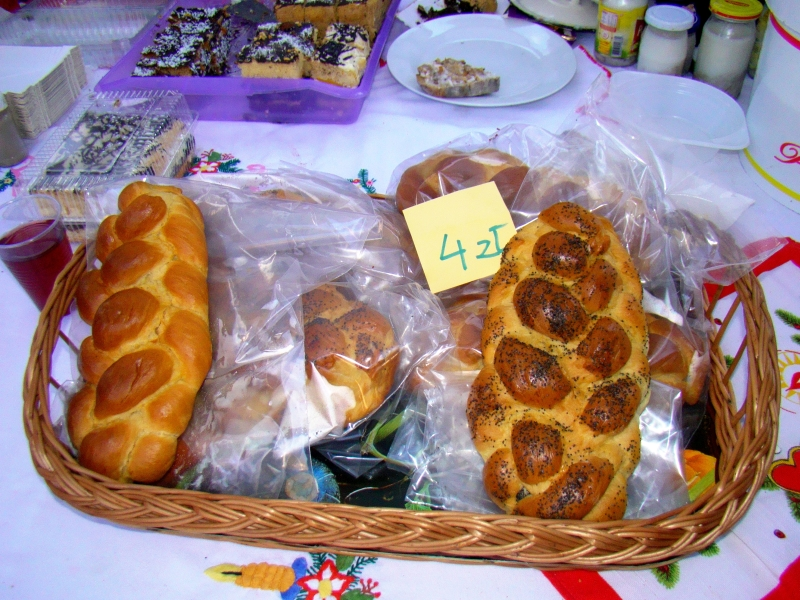
Vánočka op een kerstmarkt in Sanok
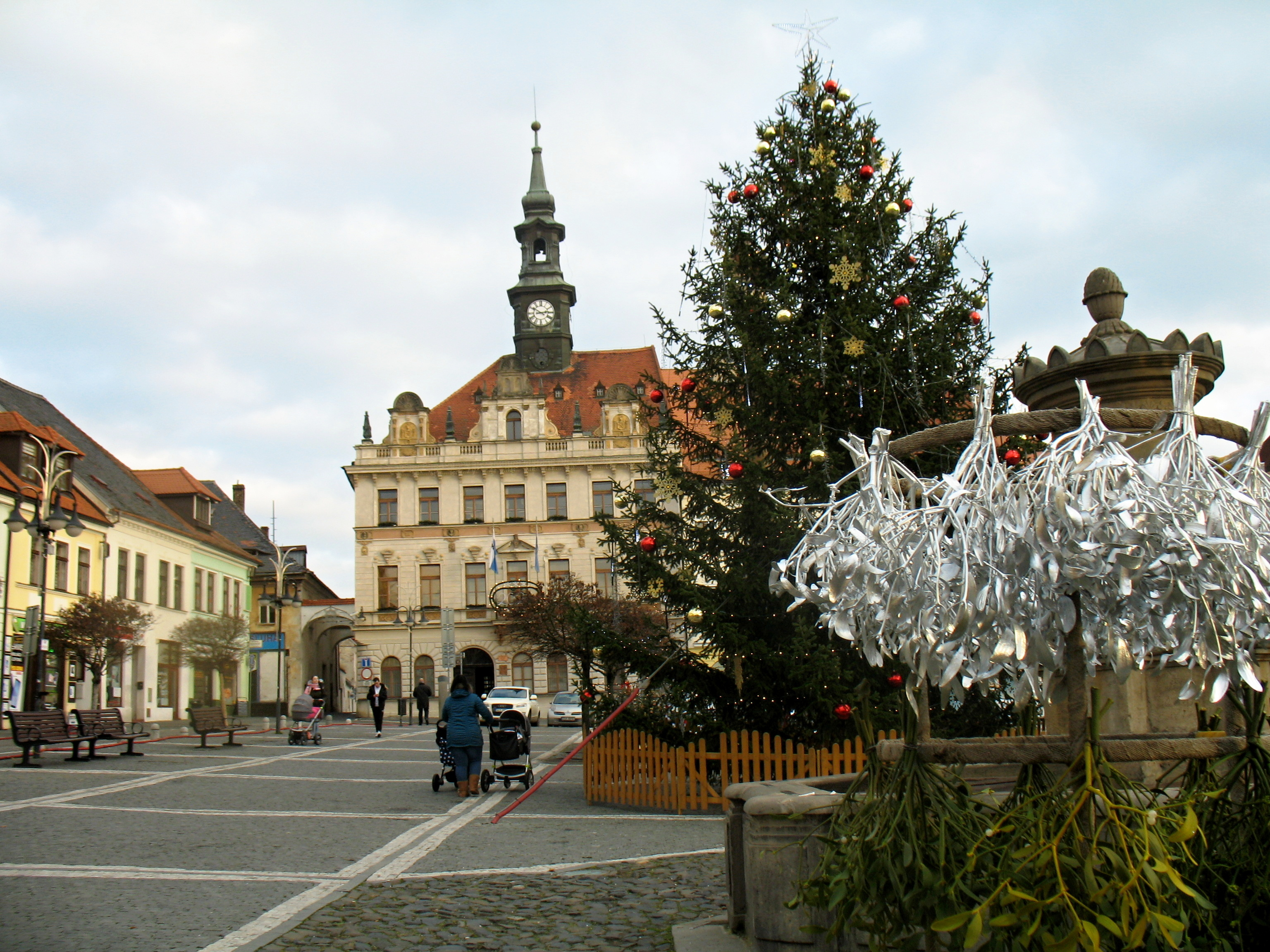
Kerstversiering in Vánoce
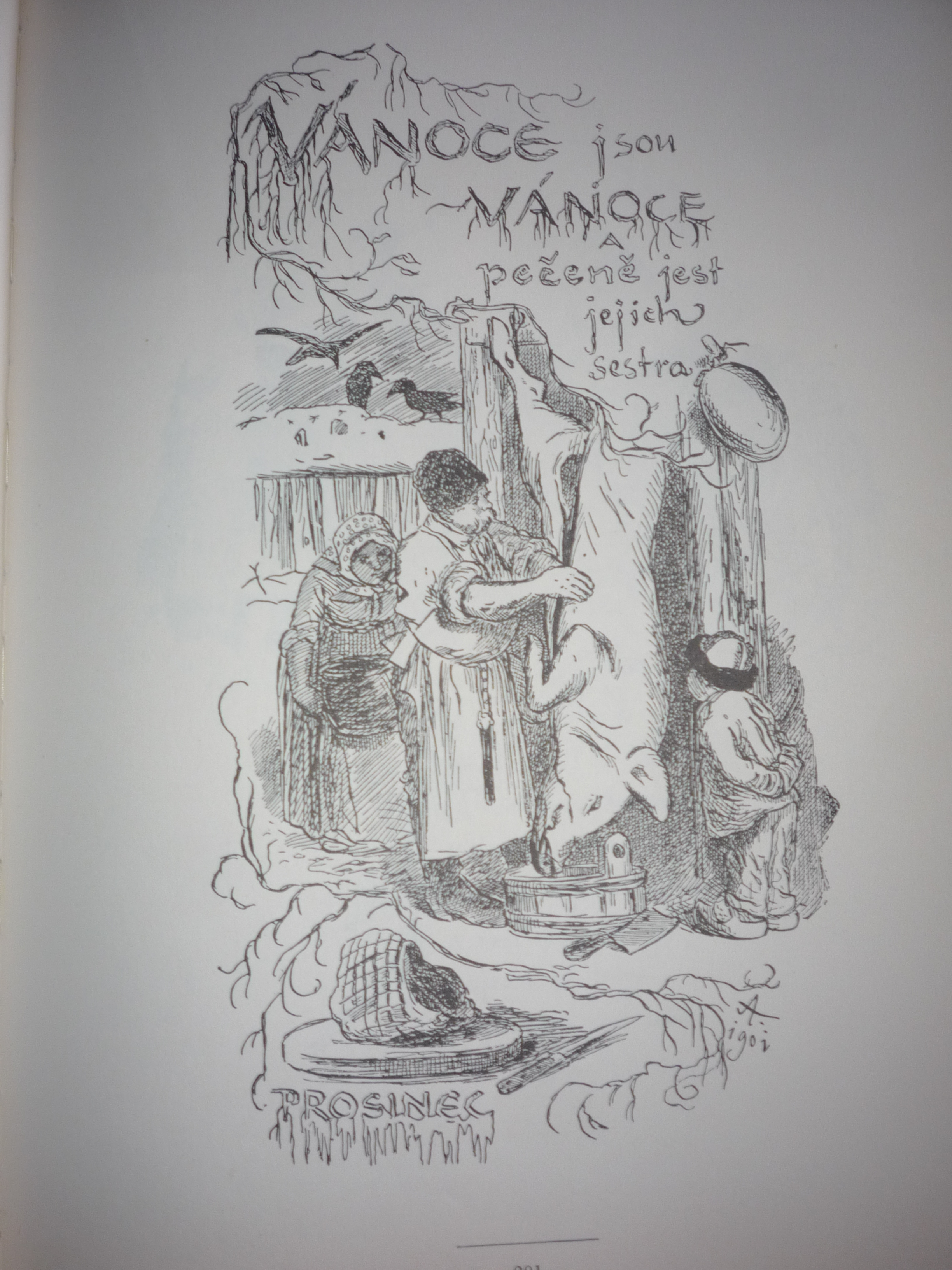
Het slachten van een varken voor het kerstdiner
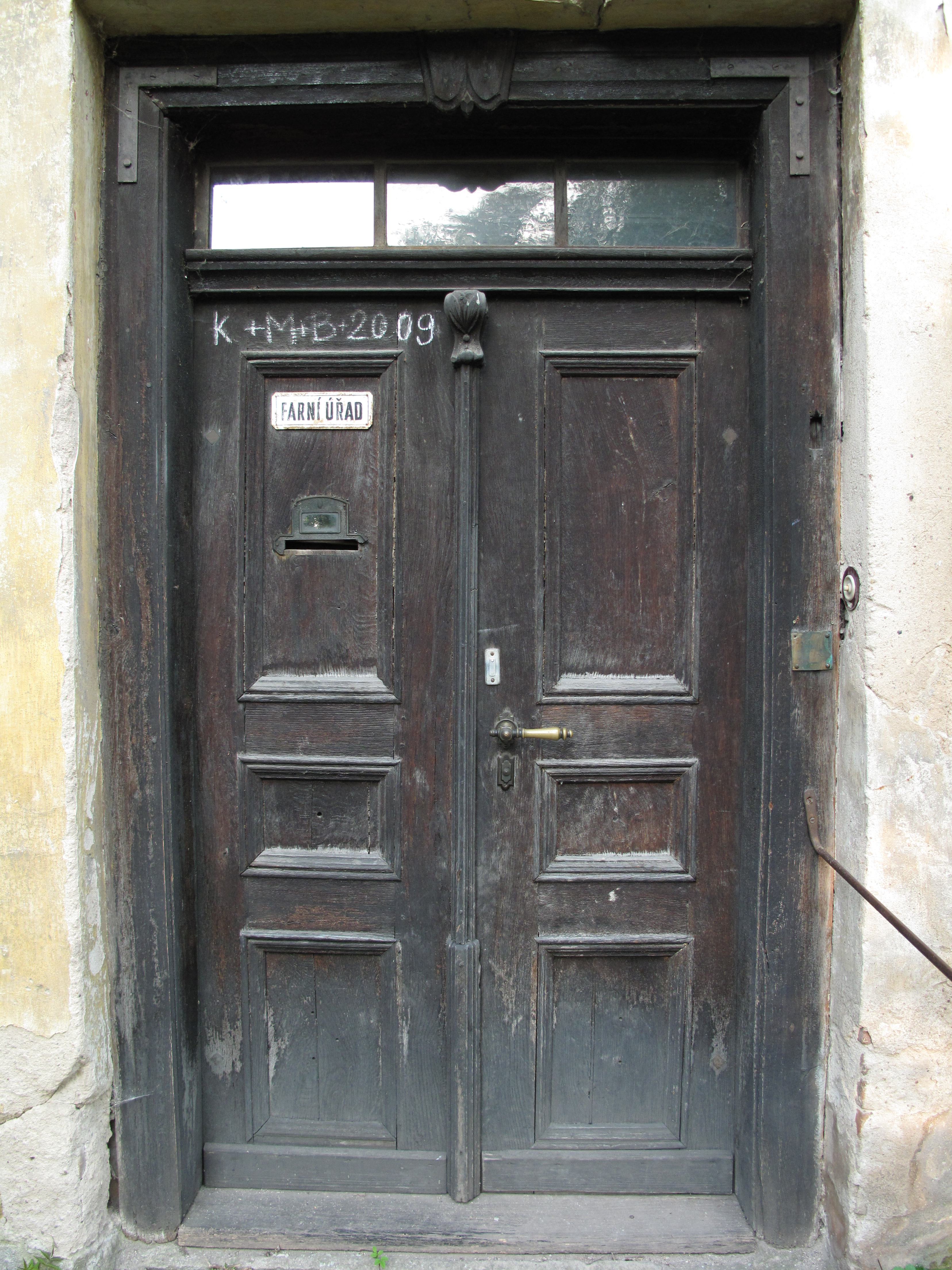
Het teken op de deur na de zegening van de sterrenzangers in Lstiboř
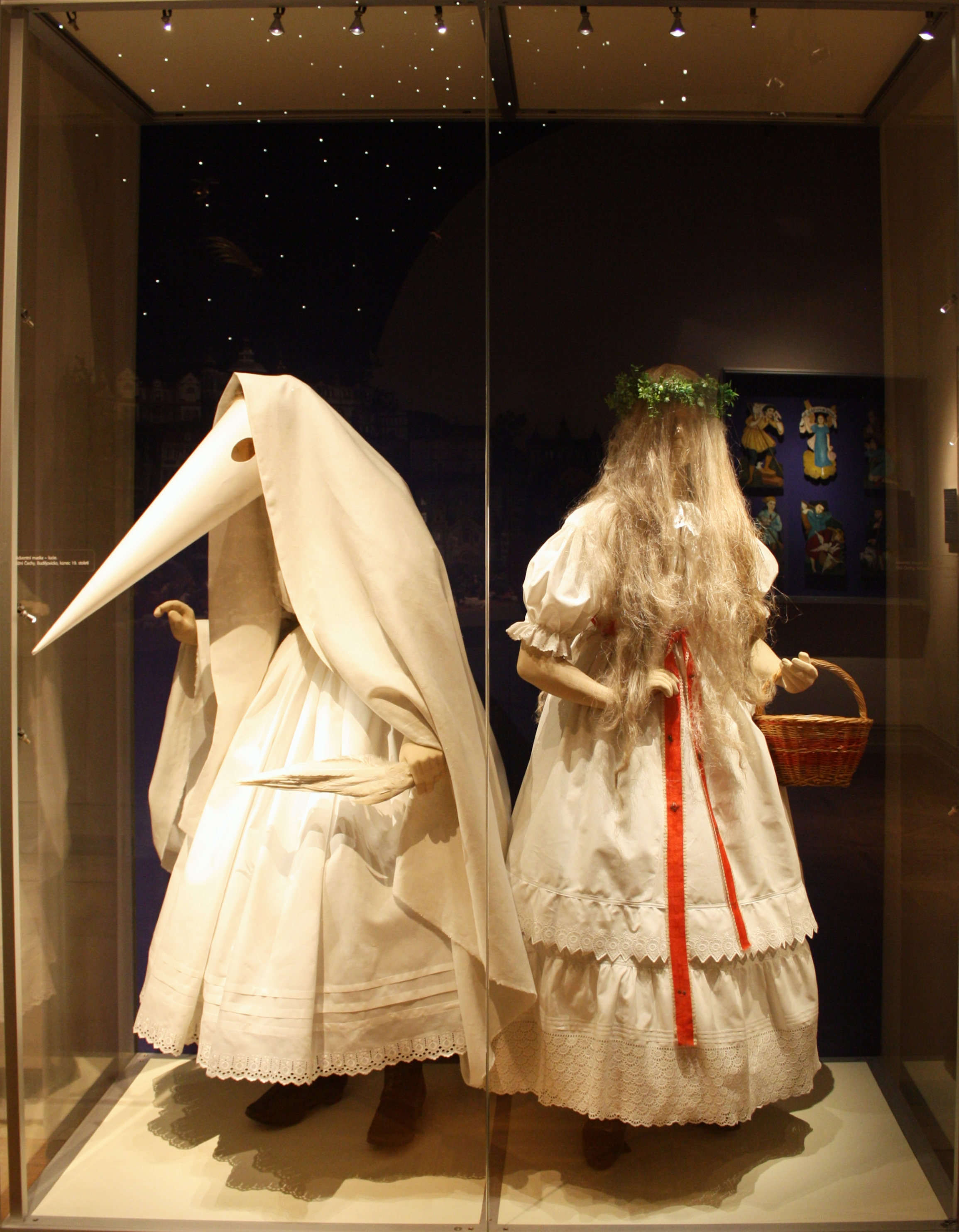
Kostuums voor het Luciafeest en Barbórka (Mijnwerkersdag; 4 december)
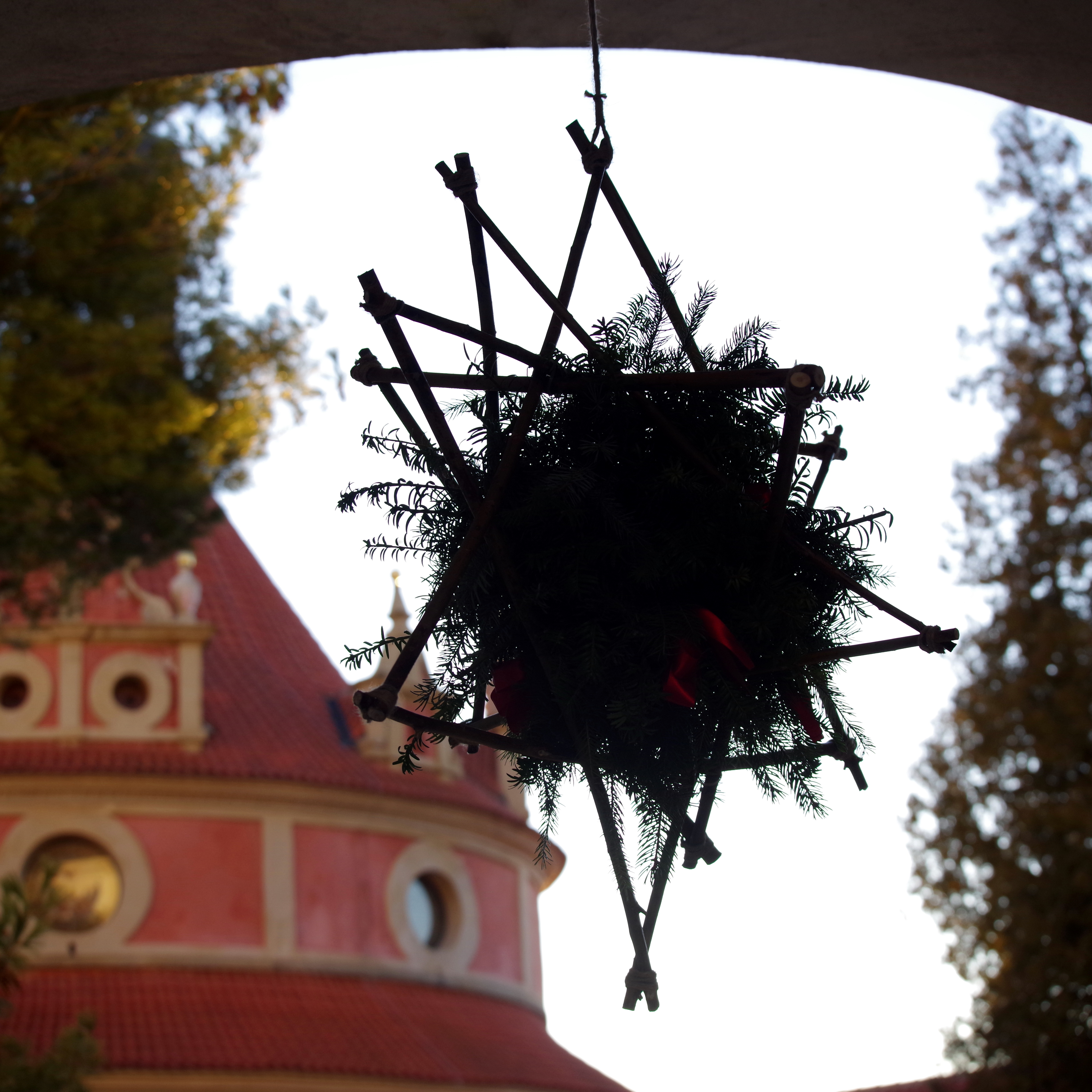
Kerstversiering

## Tunesië

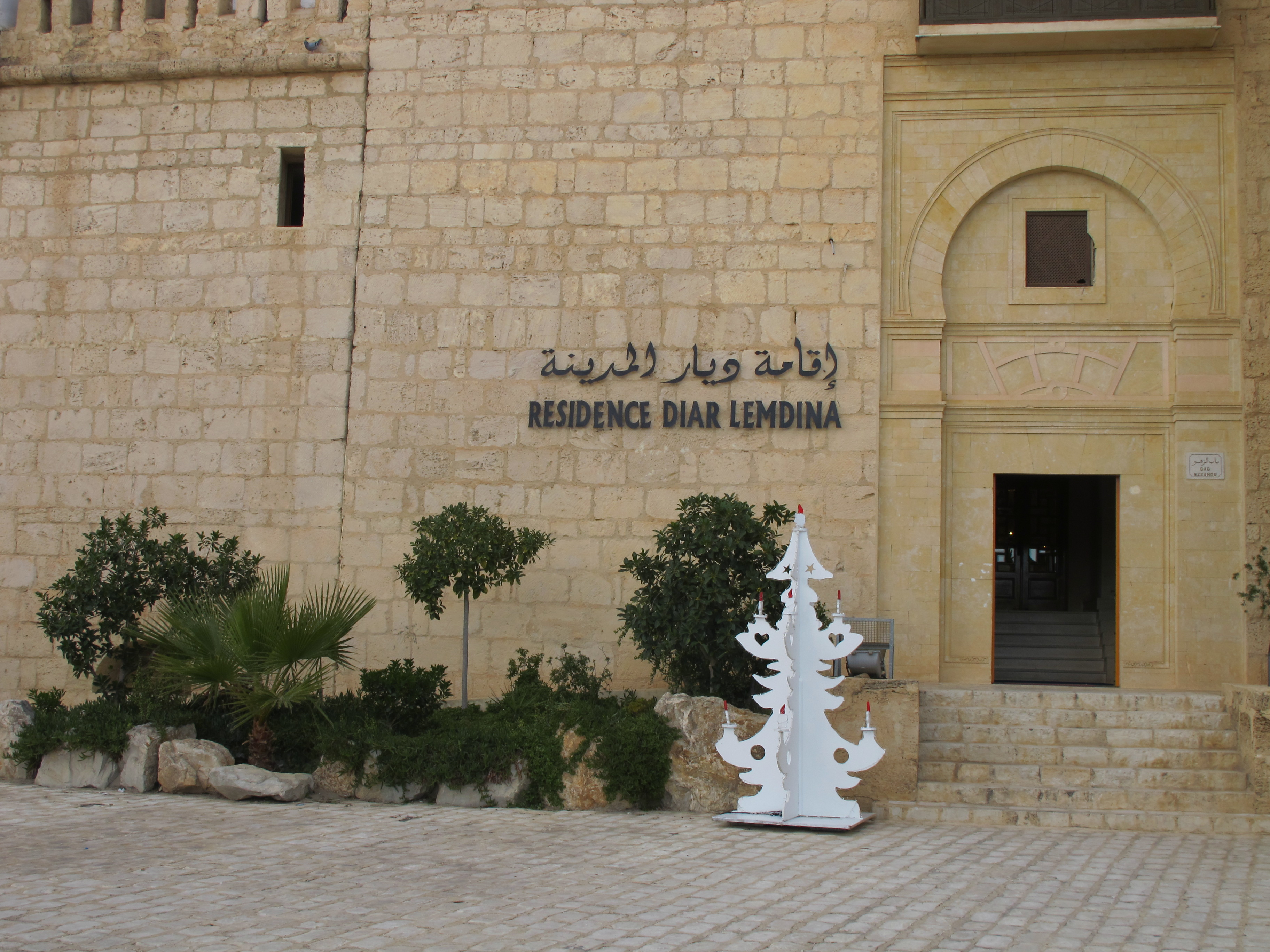
Kerstversiering voor een hotel in Tunesië

## Turkije

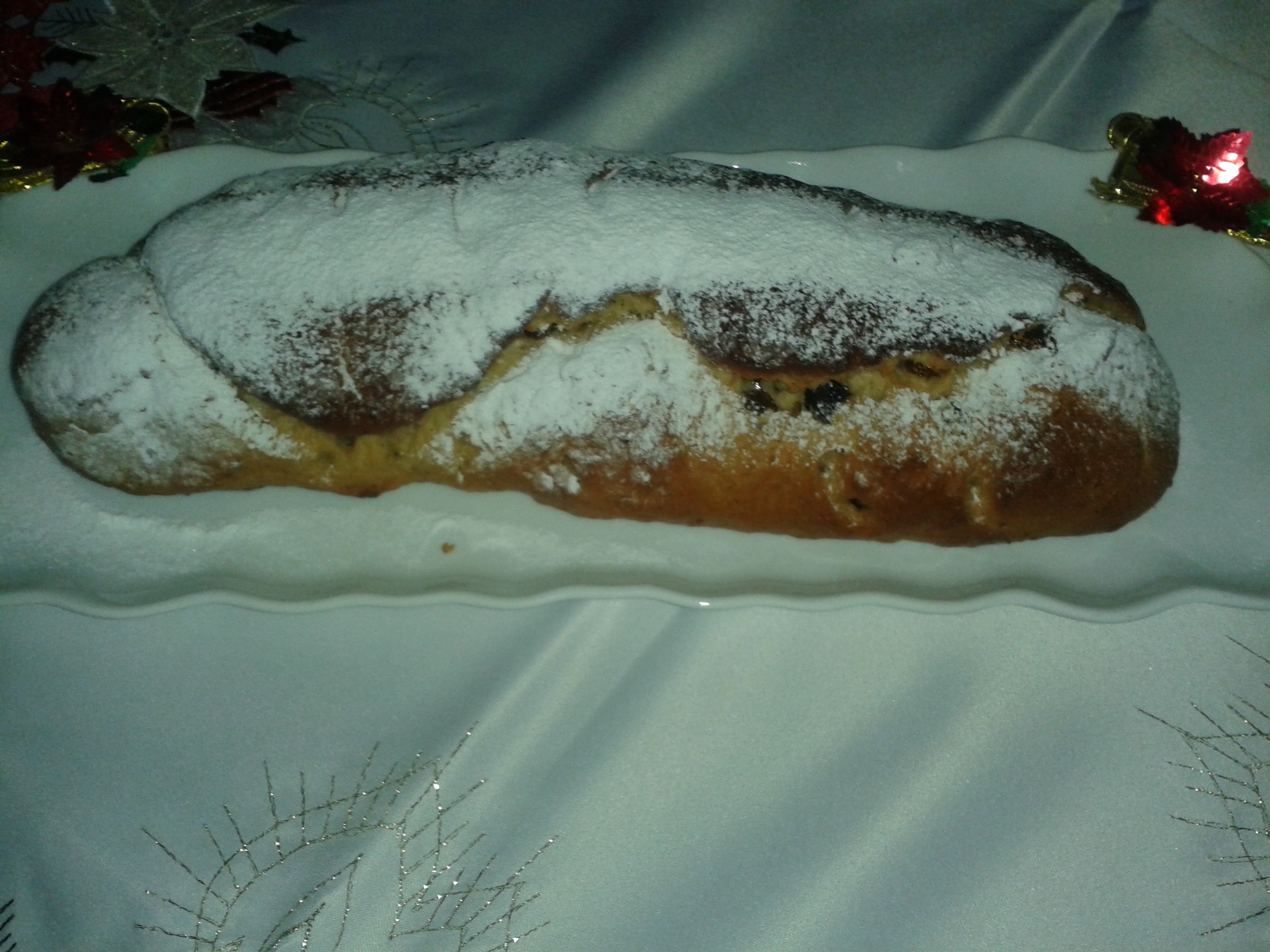
Kerstbrood in Turkije
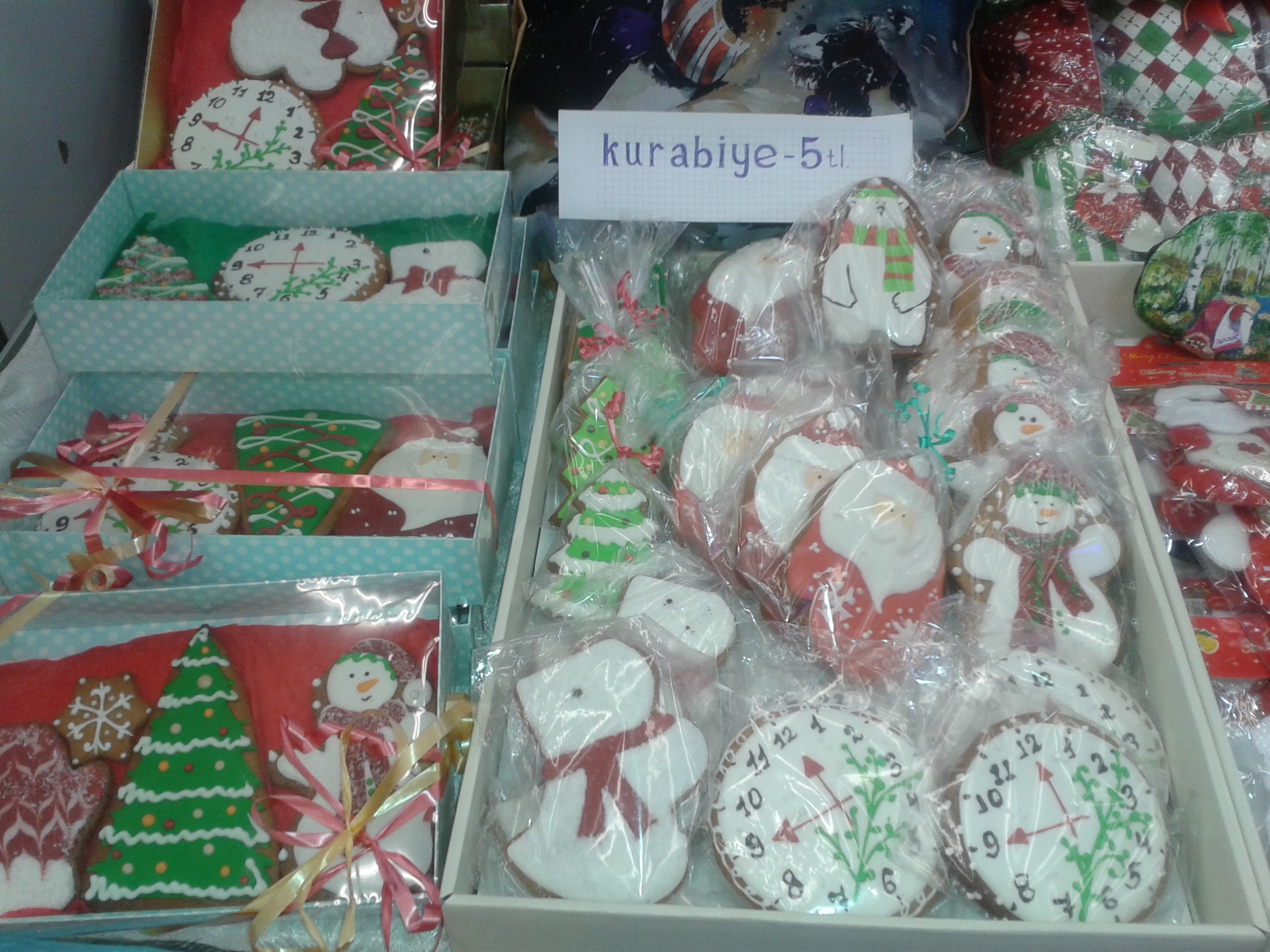
Kurabiyeleri (koekjes) voor kerst in Ankara
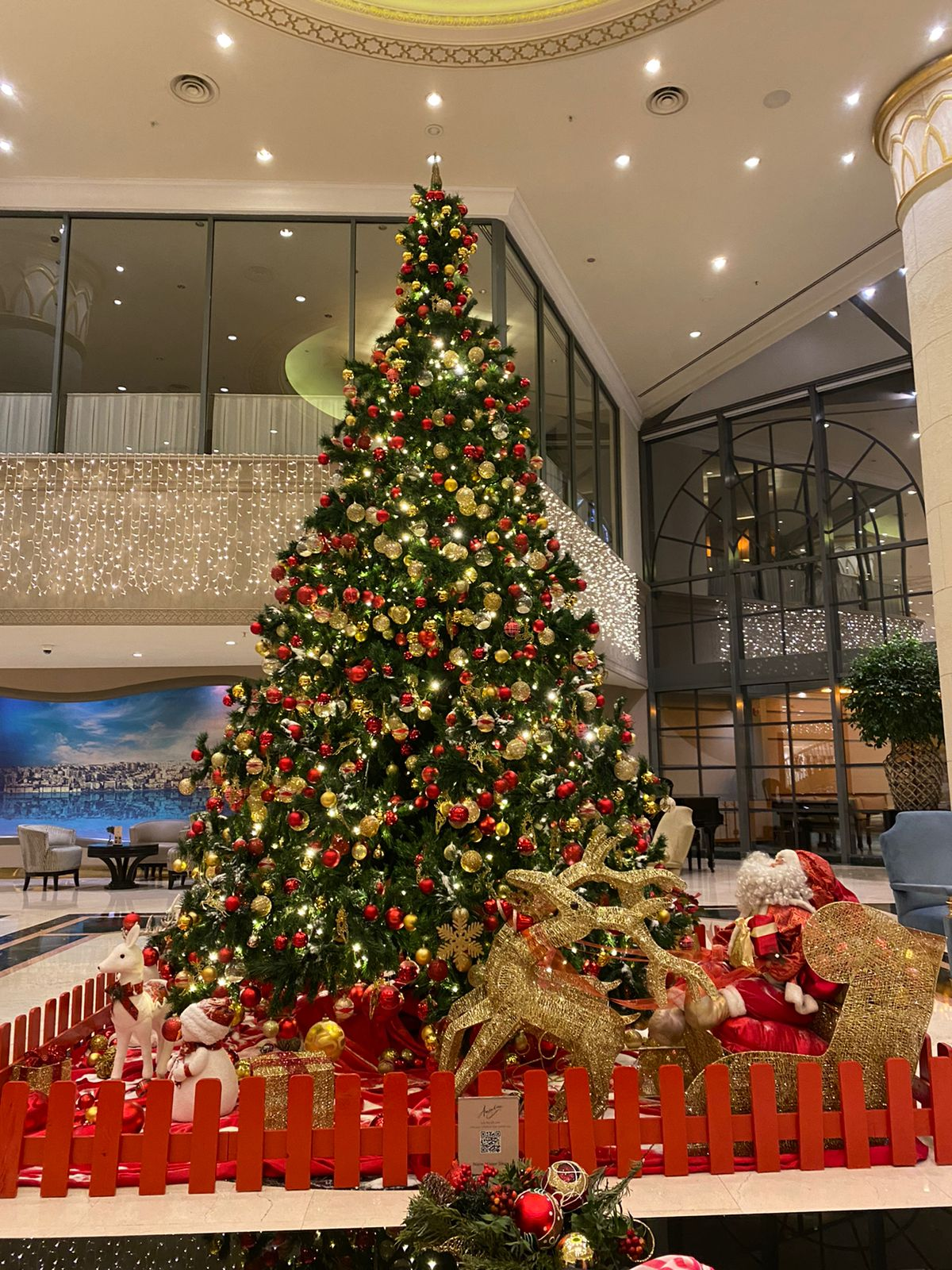
Kerstoom in Turkije
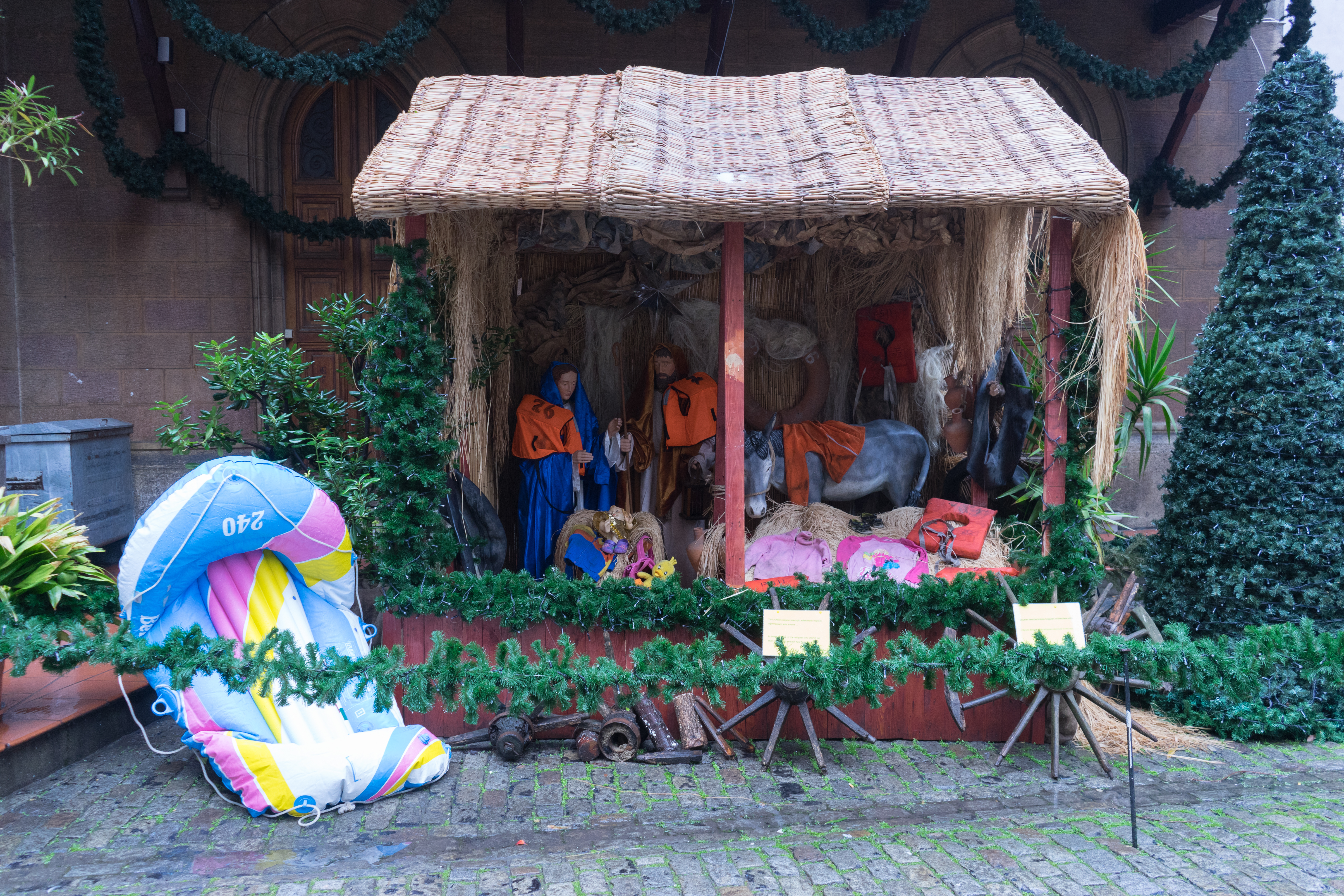
Kerststal gemaakt met items uit scheepswrakken van vluchtelingen
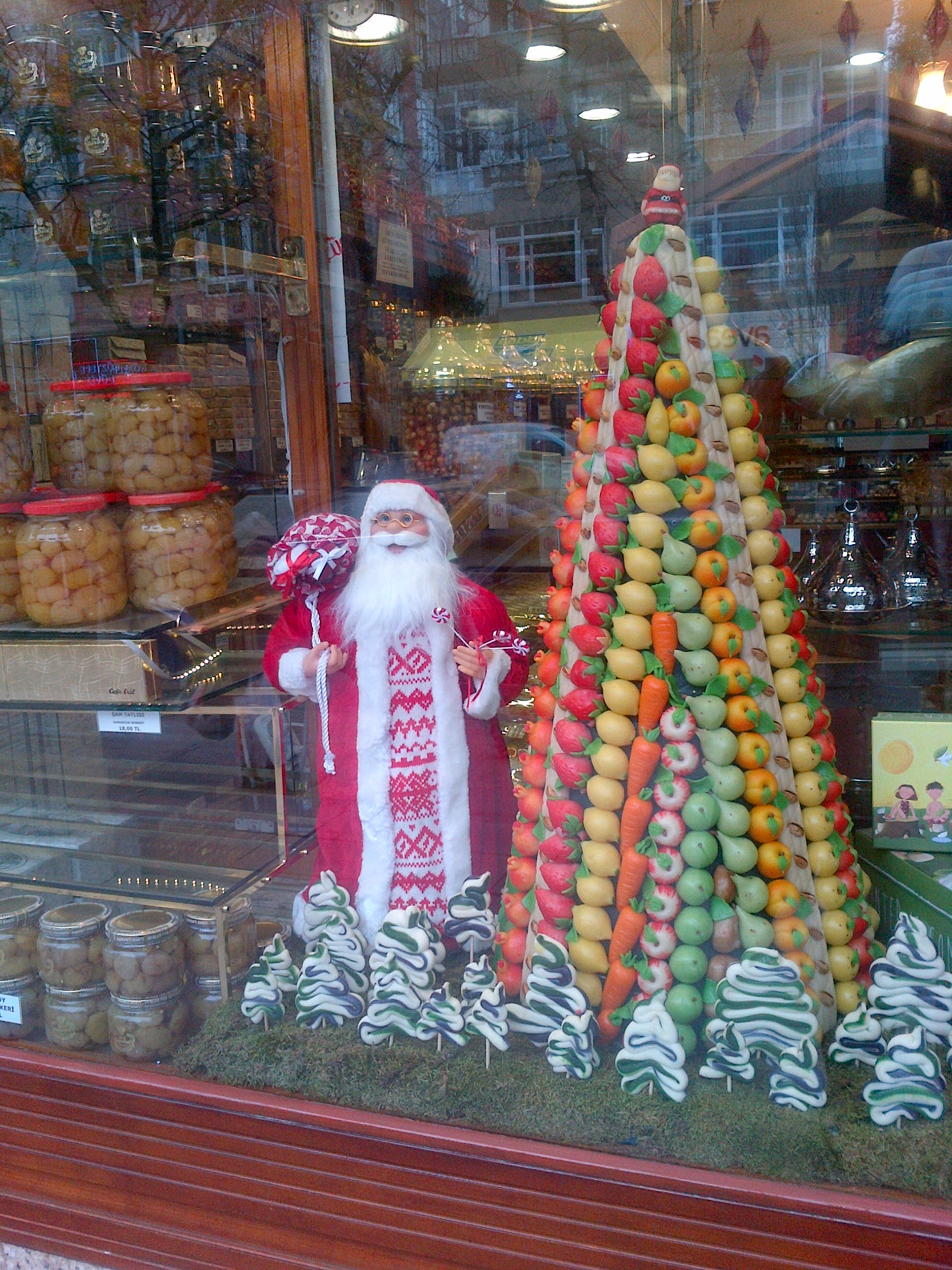
Kerstboom gemaakt van marsepein in Istanbul, links staan kannen met kastanjebonbons

## Uruguay

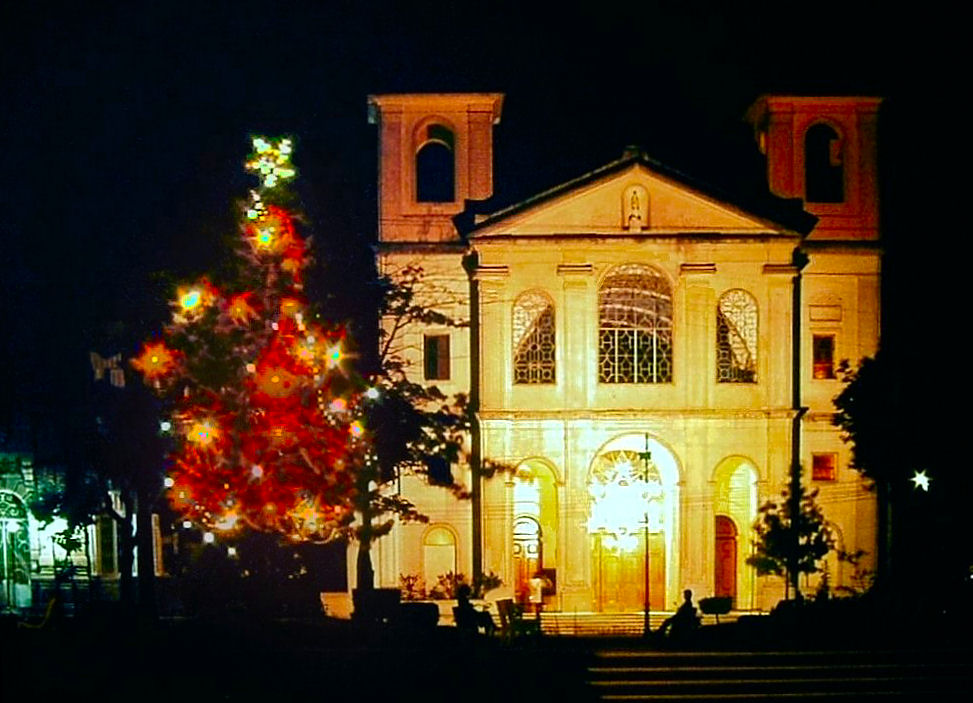
Kerst bij de kathedraal van Melo
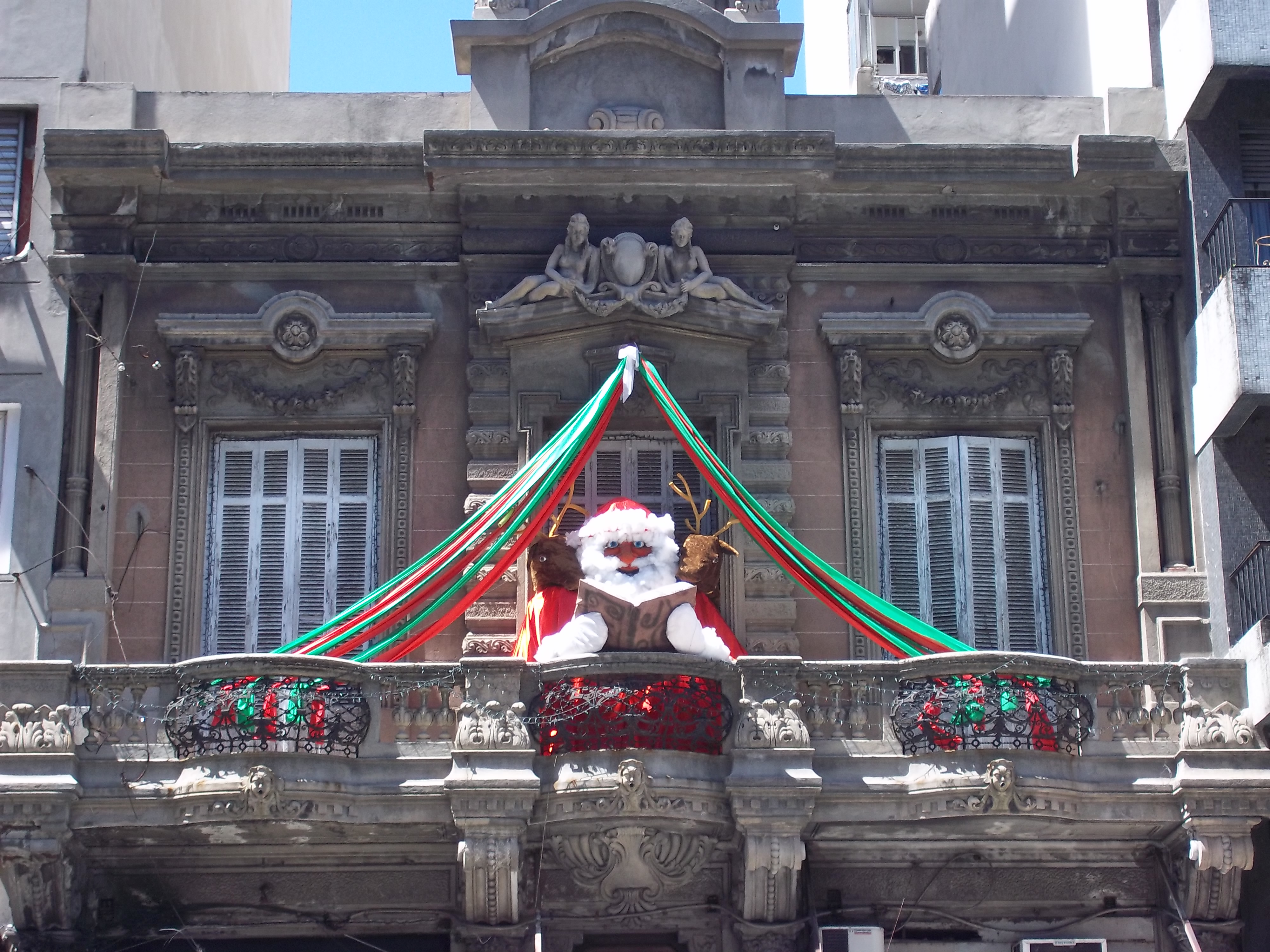
Kerstman met twee van zijn rendieren in Montevideo

## Venezuela

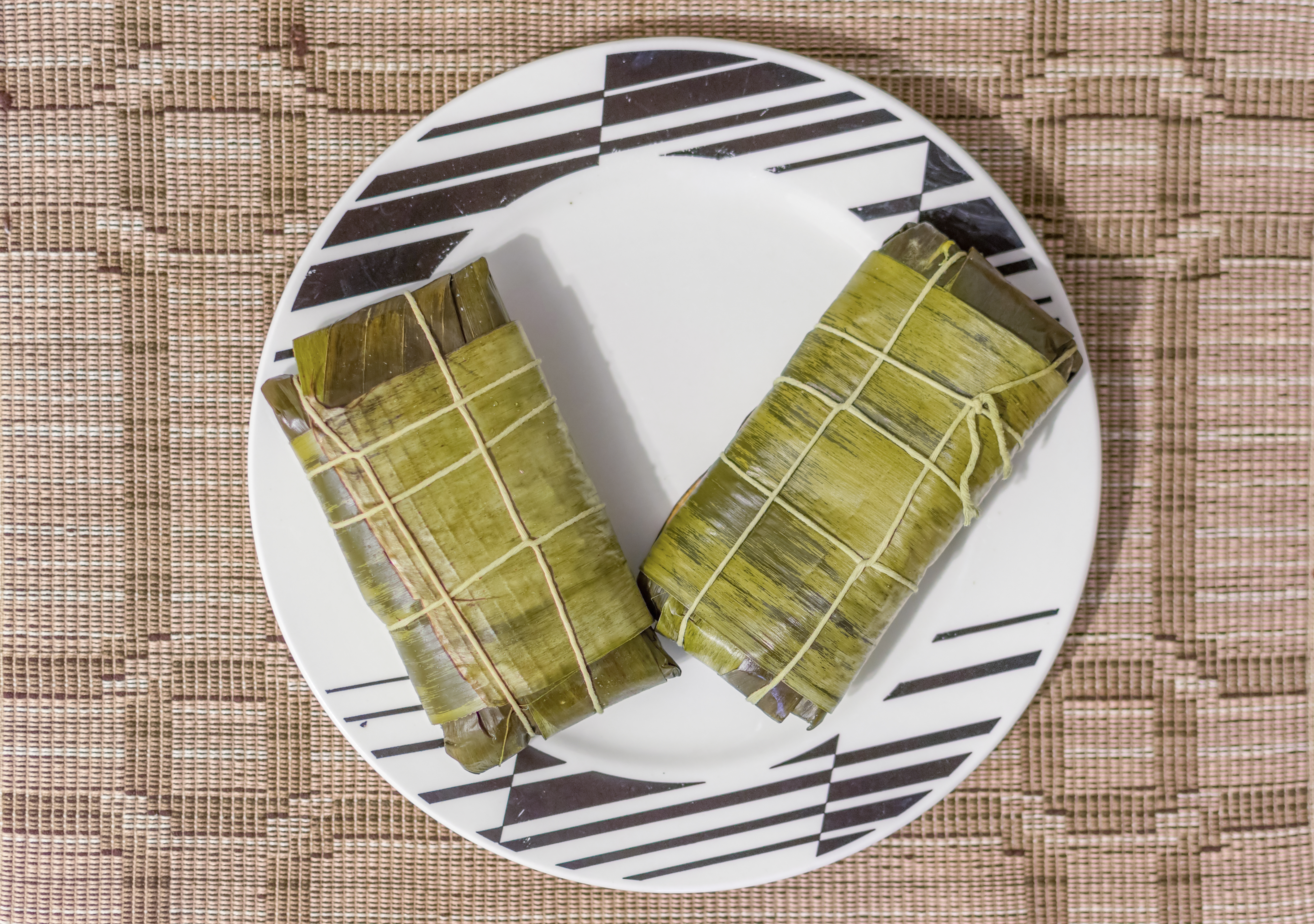
Hallaca, een kerstgerecht uit Venezuela

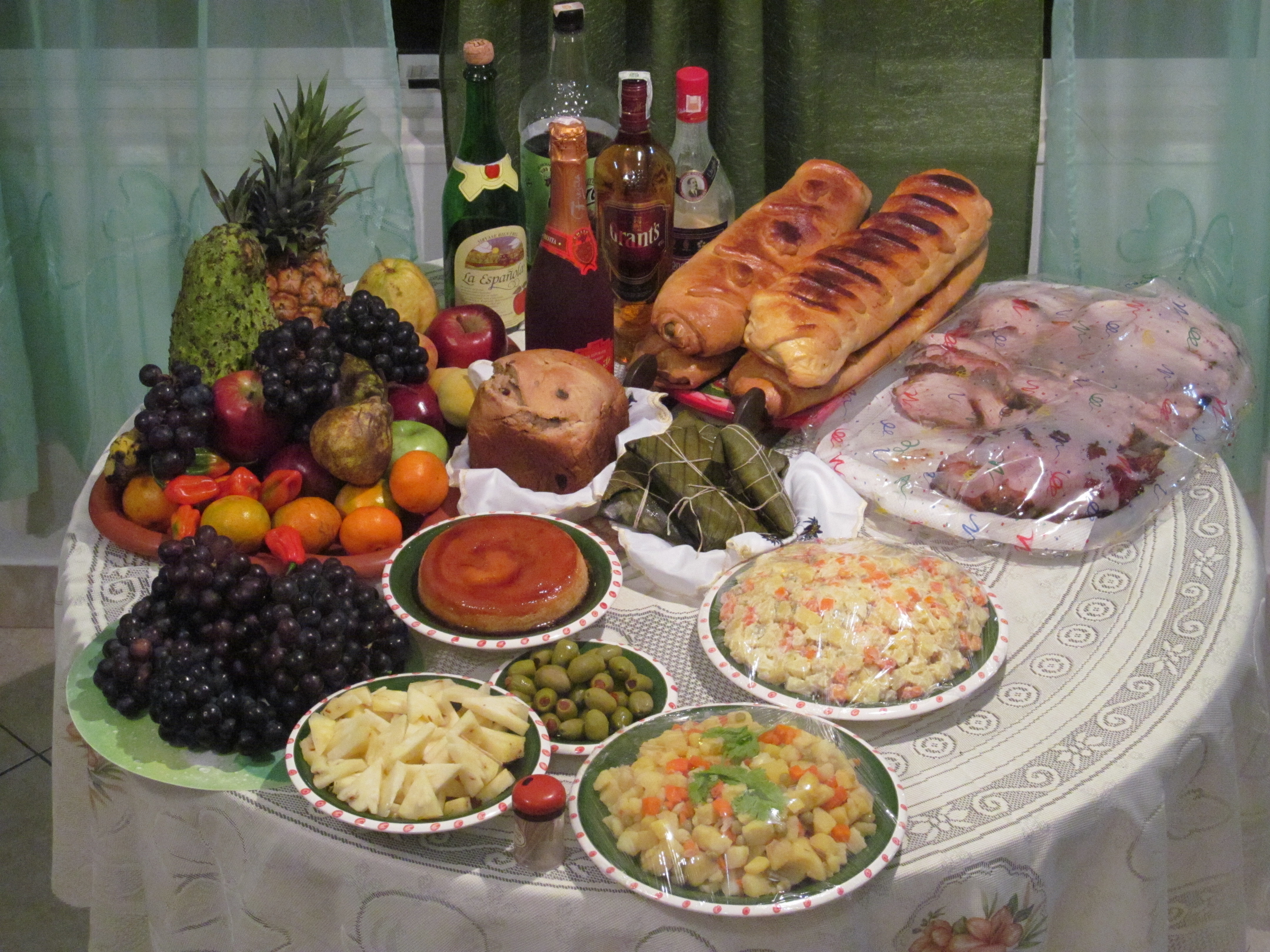
Cena navideña (kerstdiner)

In Venezuela worden voor het kerstfeest negen dagen lang vroegmissen gehouden. Dat zijn kerkdiensten die al om half vijf 's morgens beginnen. Op kerstdag wordt er vuurwerk afgestoken en worden de klokken geluid om de mensen op te roepen om uit bed te komen.
In Venezuela zijn hallacas normaal gesproken het hoofdgerecht voor Noche Buena (kerstavond), samen met ham of varkenspoot (bekend als "pernil"), panettone, rum en "Ponche Crema" (een vorm van alcoholische advocaat). De nacht wordt meestal begeleid door traditionele kerstmuziek, bekend als "aguinaldos".
Al meer dan 100 jaar wordt aan het einde van het jaar een geit gegeten tijdens het kerstdiner op het eiland Margarita. De geit kan worden gedood met een mes in de aorta om het bloed te gebruiken. Later wordt de geit gevild, zodat de huid gebruikt kan worden. Het eerste dat wordt gedaan na het doden is de consumptie van de testikels, de penis en het bloed die gedurende 2 minuten worden gekookt met wilde oreganobladeren uit hetzelfde gebied.

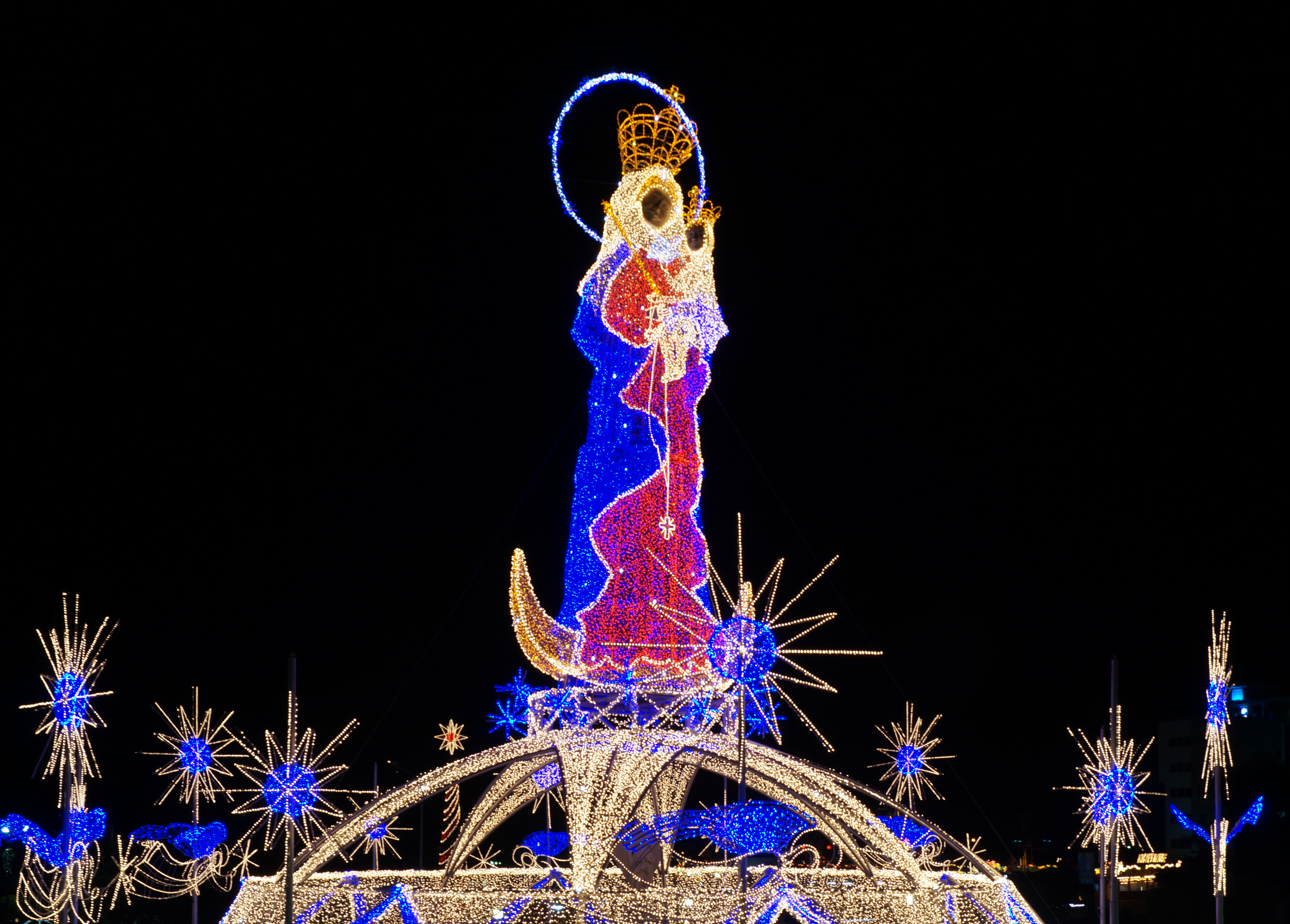
Virginde la Chinita
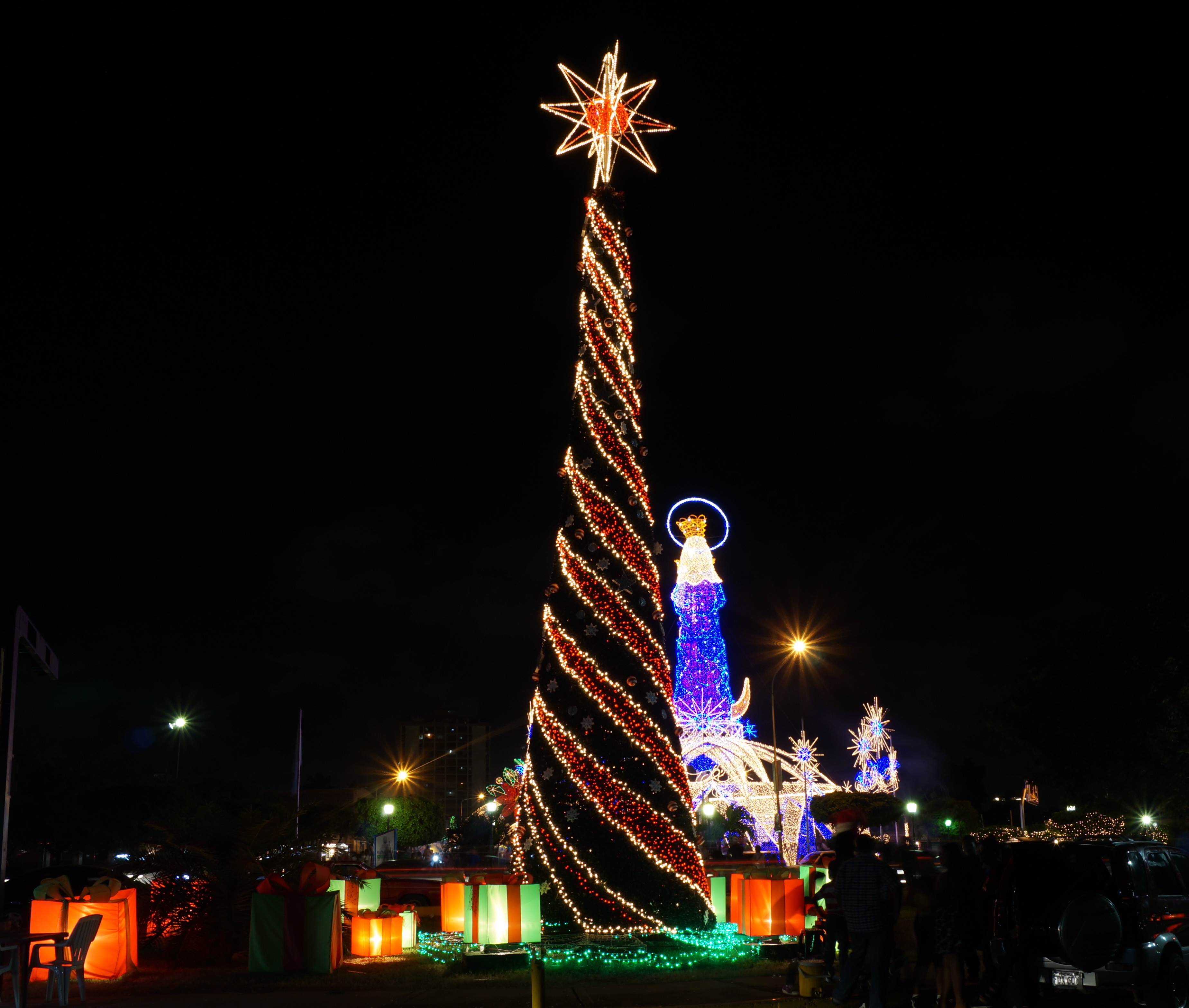
Árbol de navidad
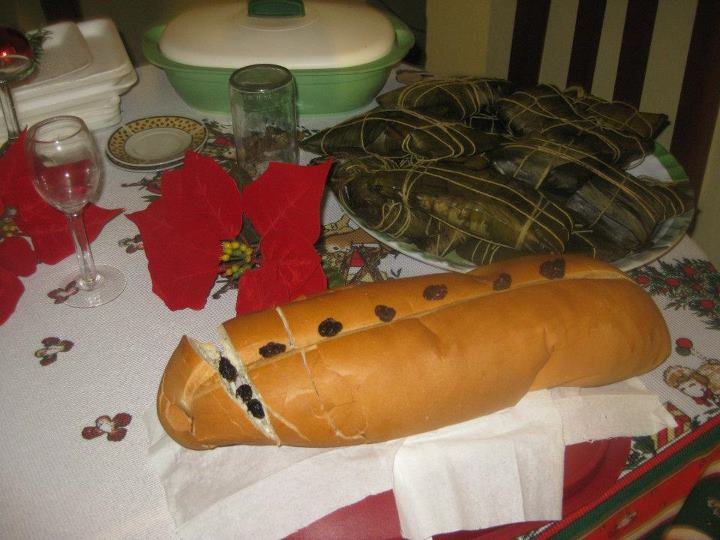
Traditionele kerstgerechten (hallacas en pan de jamón)
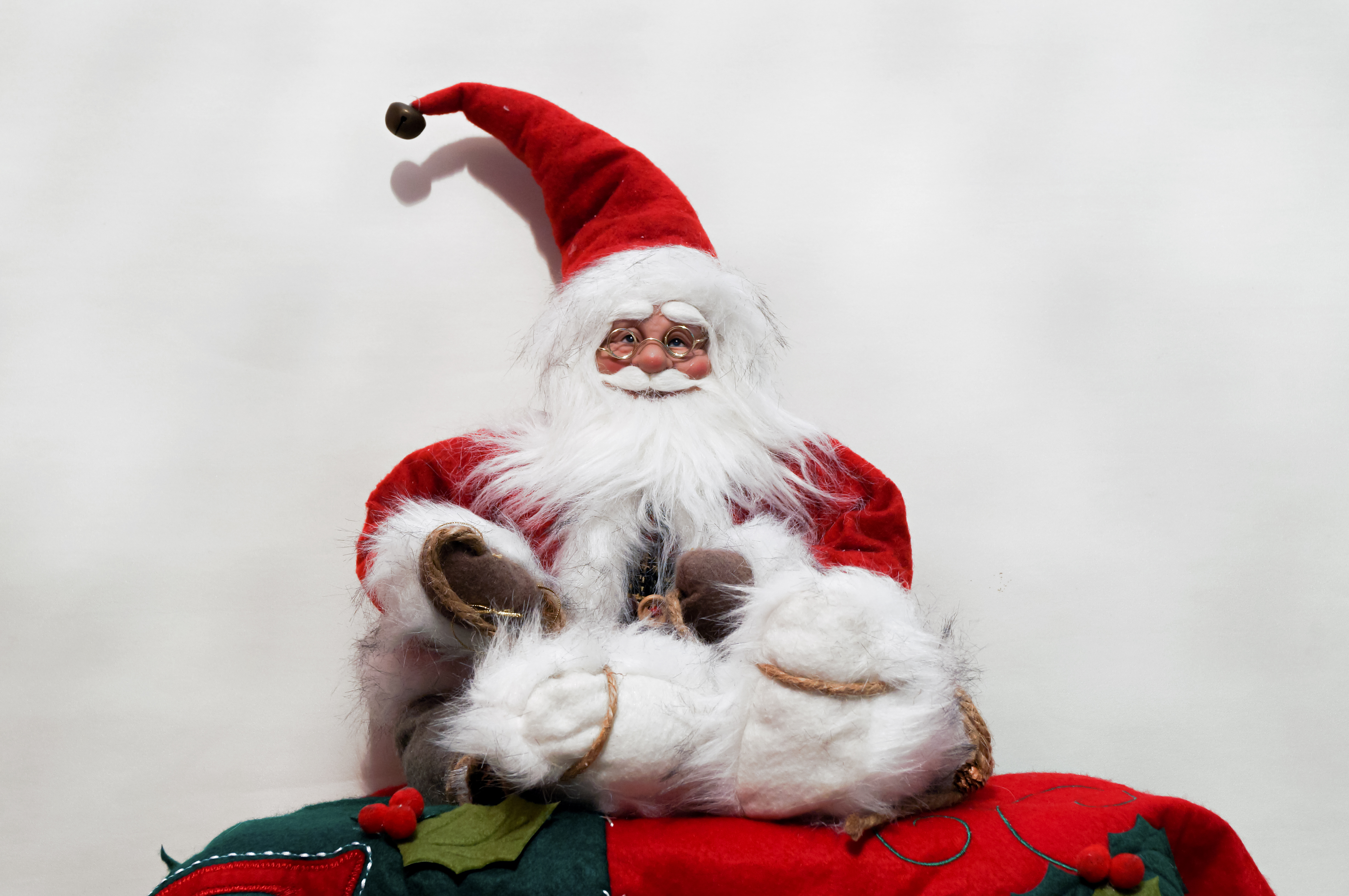
Papá Noel
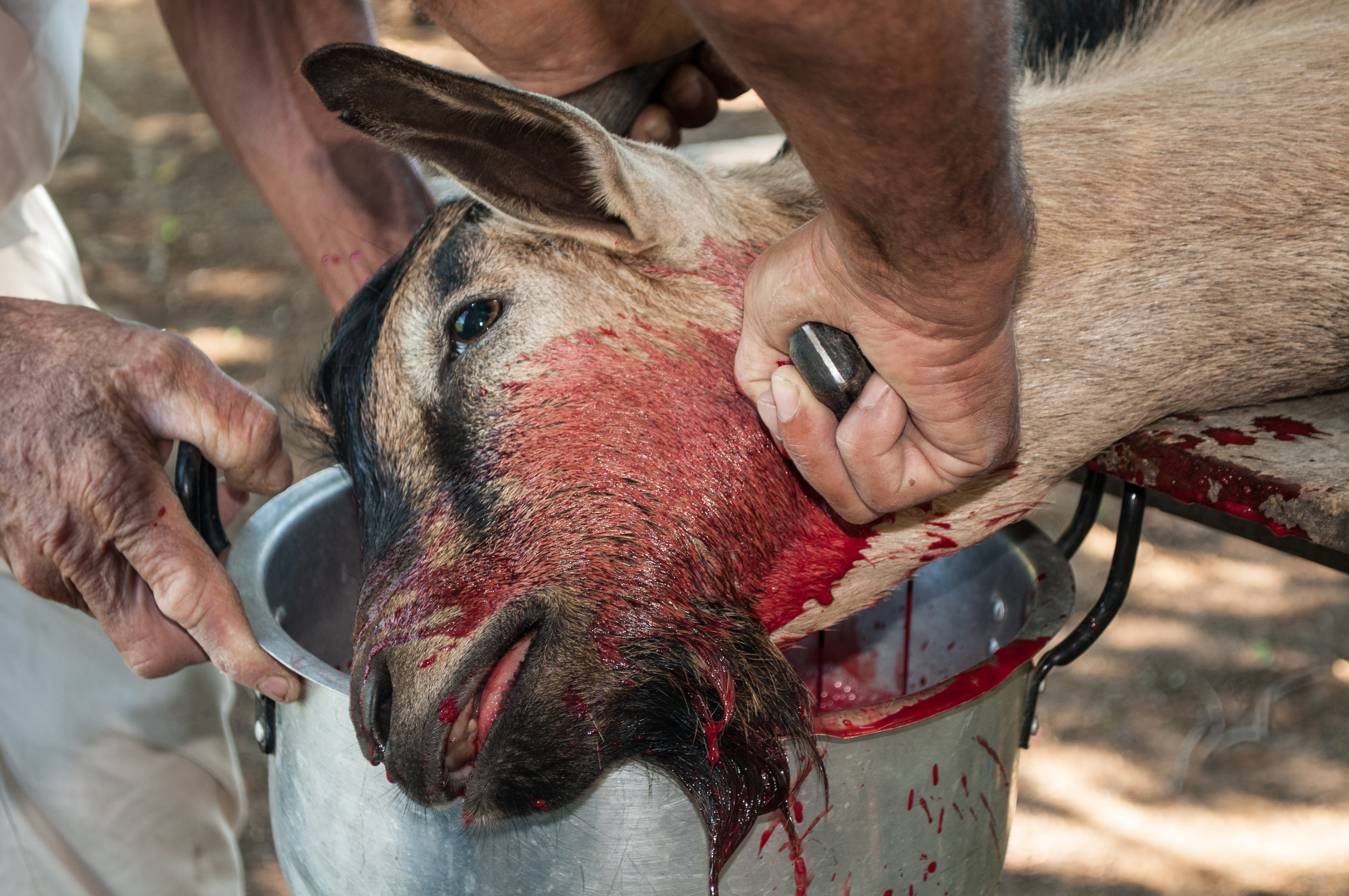
Een geit wordt gedood met een mes
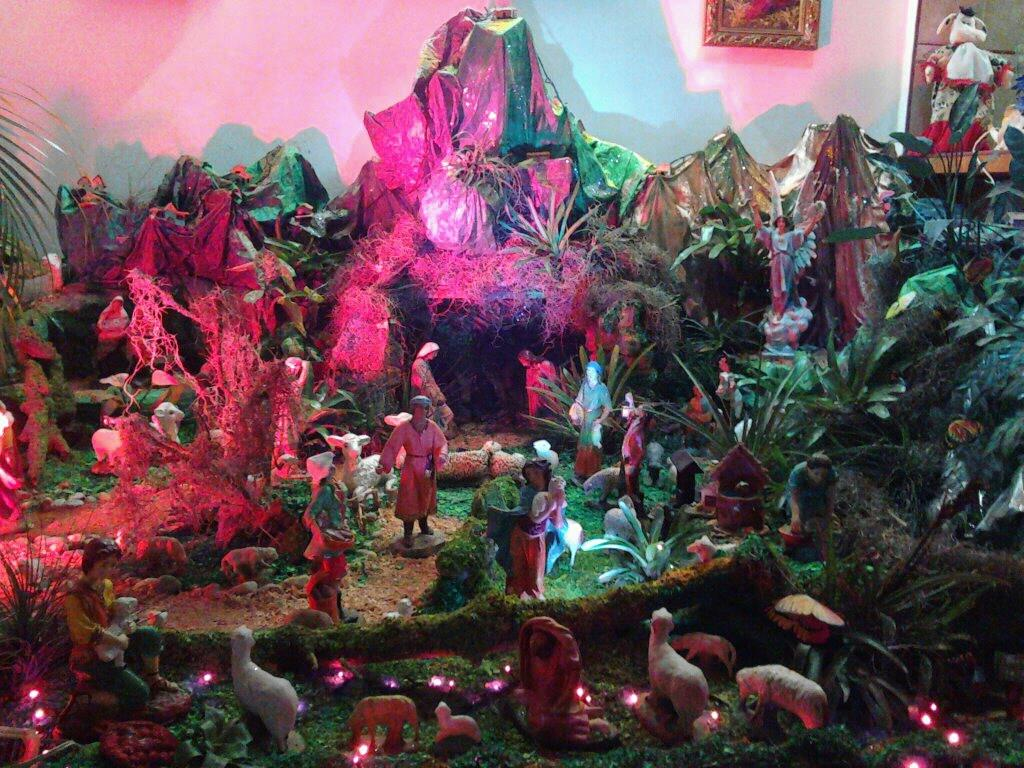
Kerststal in Venezuela

## Verenigd Koninkrijk

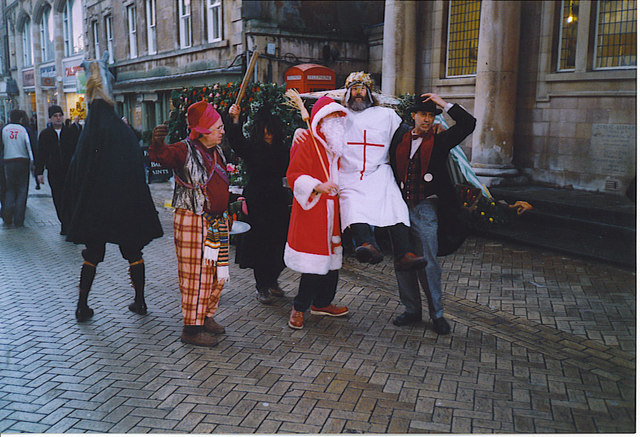
Mummers in Stamford High Street. Het vermaken van de kerstinkopers in een van de oude vijf stadsdelen van de Danelaw. De getoonde karakters zijn, van links naar rechts, het stokpaardje (het dokterspaard - "hij die nog niet is geweest"); de Turkse ridder; Beëlzebub; Kerstman; Sint-Joris; de dokter. Niet getoond (en niet altijd aanwezig) is Little Johnny Jack.

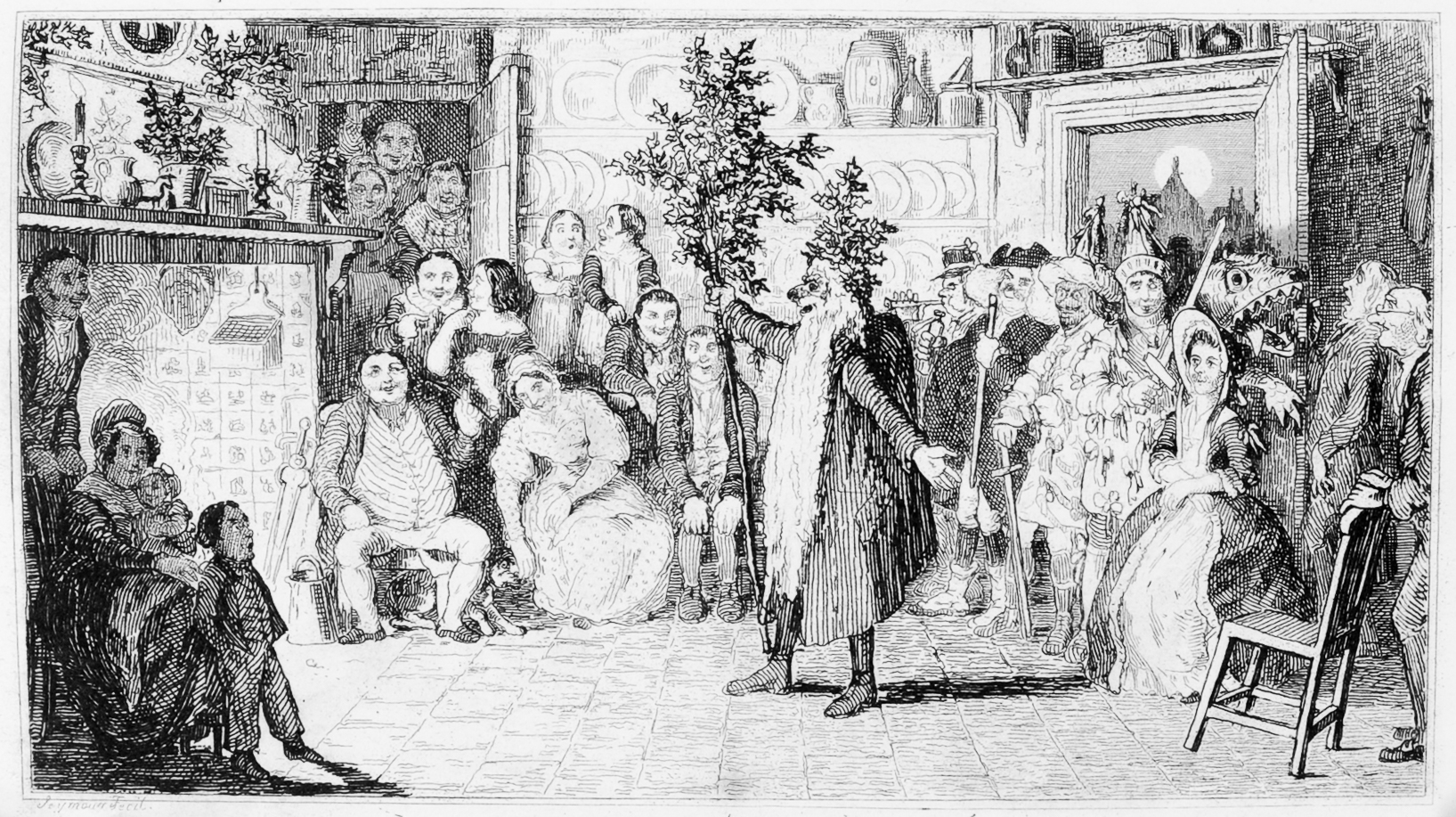
Mummers, 1836

Devils on Horseback worden vaak geserveerd als onderdeel van een kerstmaaltijd. Het is een warm voorgerecht of een klein hartig gerecht van gedroogd fruit gevuld met ingrediënten als kaas of noten, gewikkeld in spek, prosciutto of pancetta. Pigs in blankets, kilted sausages of kilted soldiers is een gerecht dat in het Verenigd Koninkrijk en Ierland wordt geserveerd en bestaat uit kleine worstjes (meestal chipolata's) omwikkeld met spek. Ze zijn een populaire en traditionele begeleiding bij gebraden kalkoen tijdens een kerstdiner en worden geserveerd als bijgerecht.

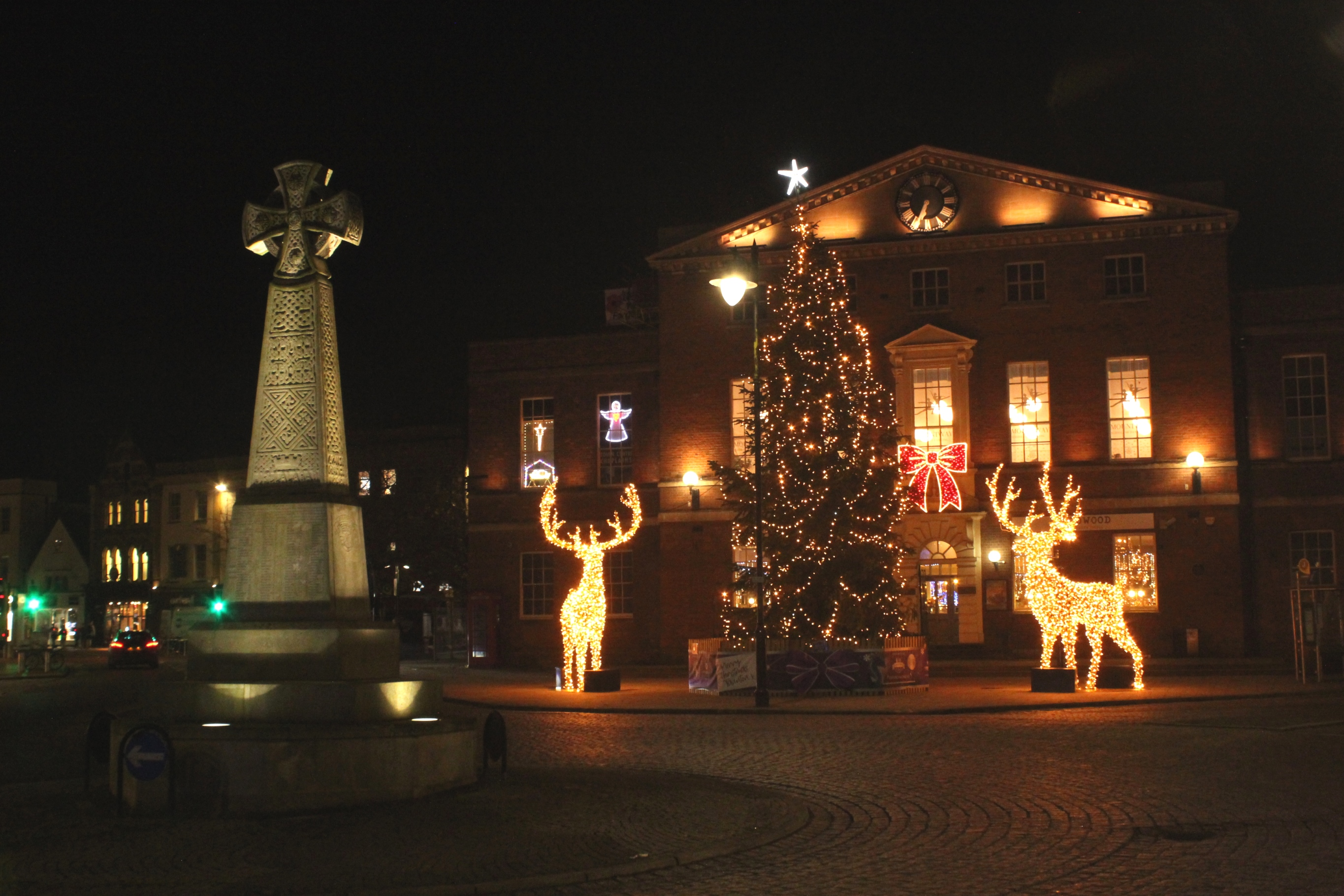
Kerstversiering in Taunton
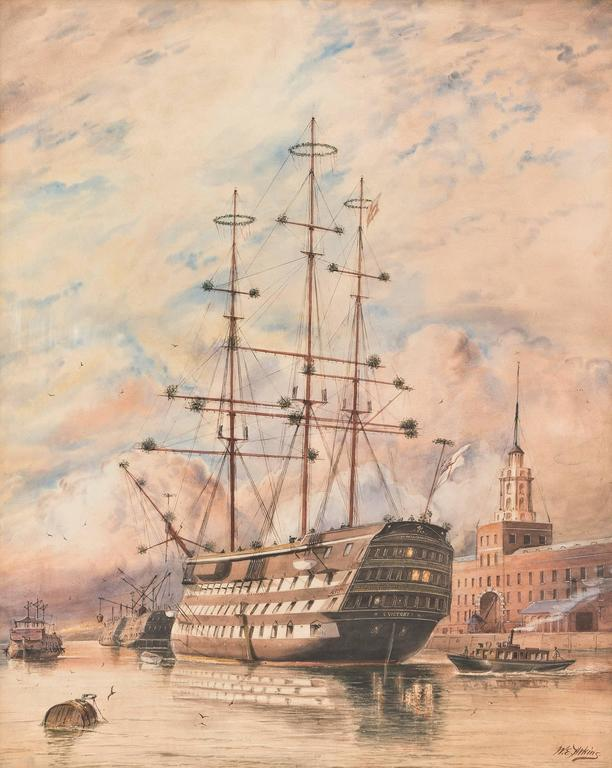
HMS Victory als accommodatieschip, afgemeerd buiten het Portsmouth Custom House. Versierd met hulst en maretak op eerste kerstdag.
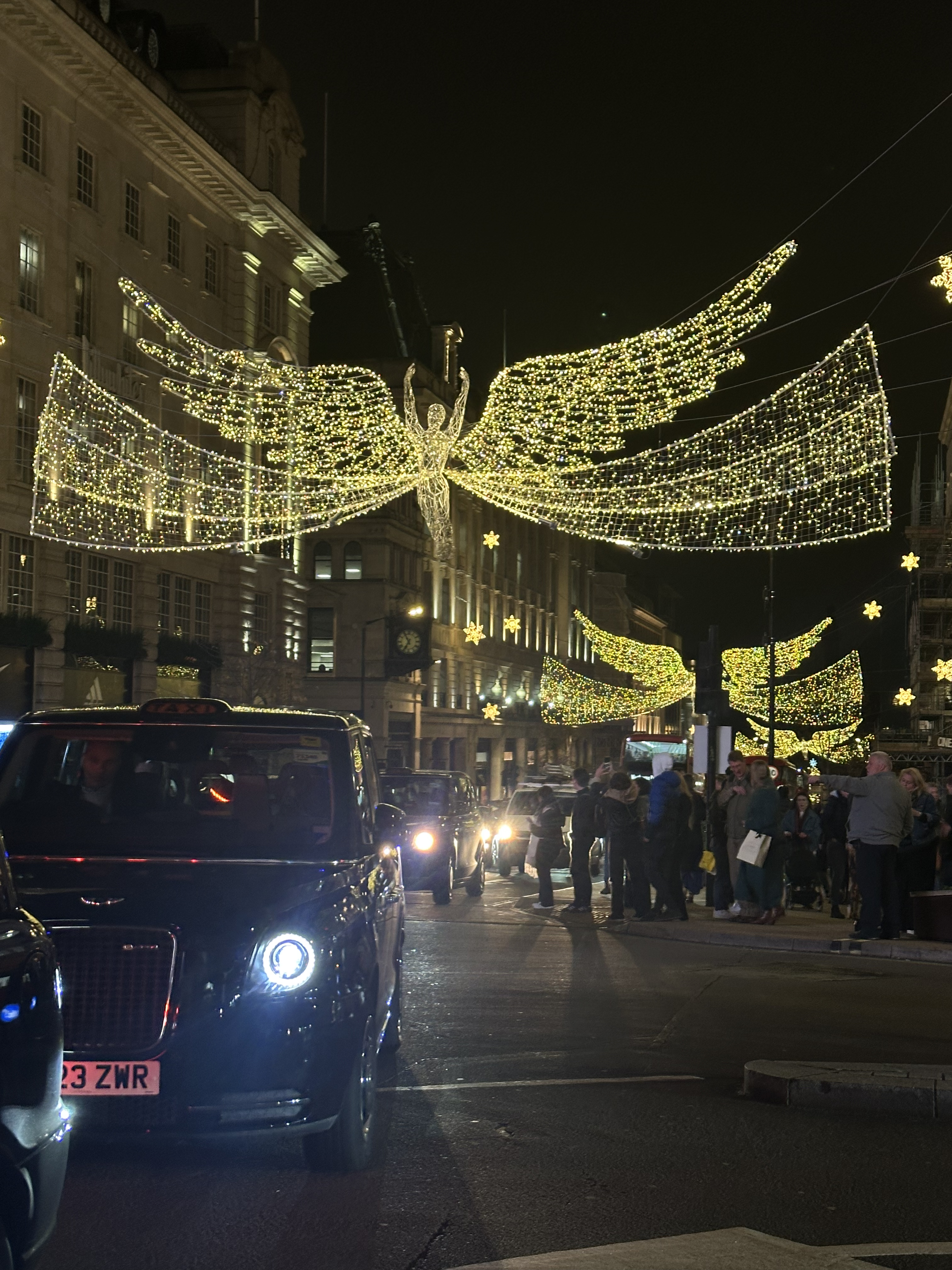
Kerstengel als kerstverlichting op Piccadily Circus
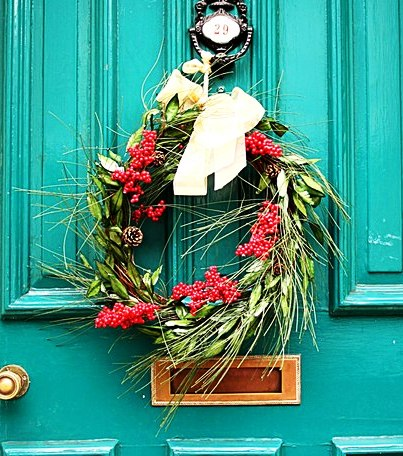
Kerstkrans
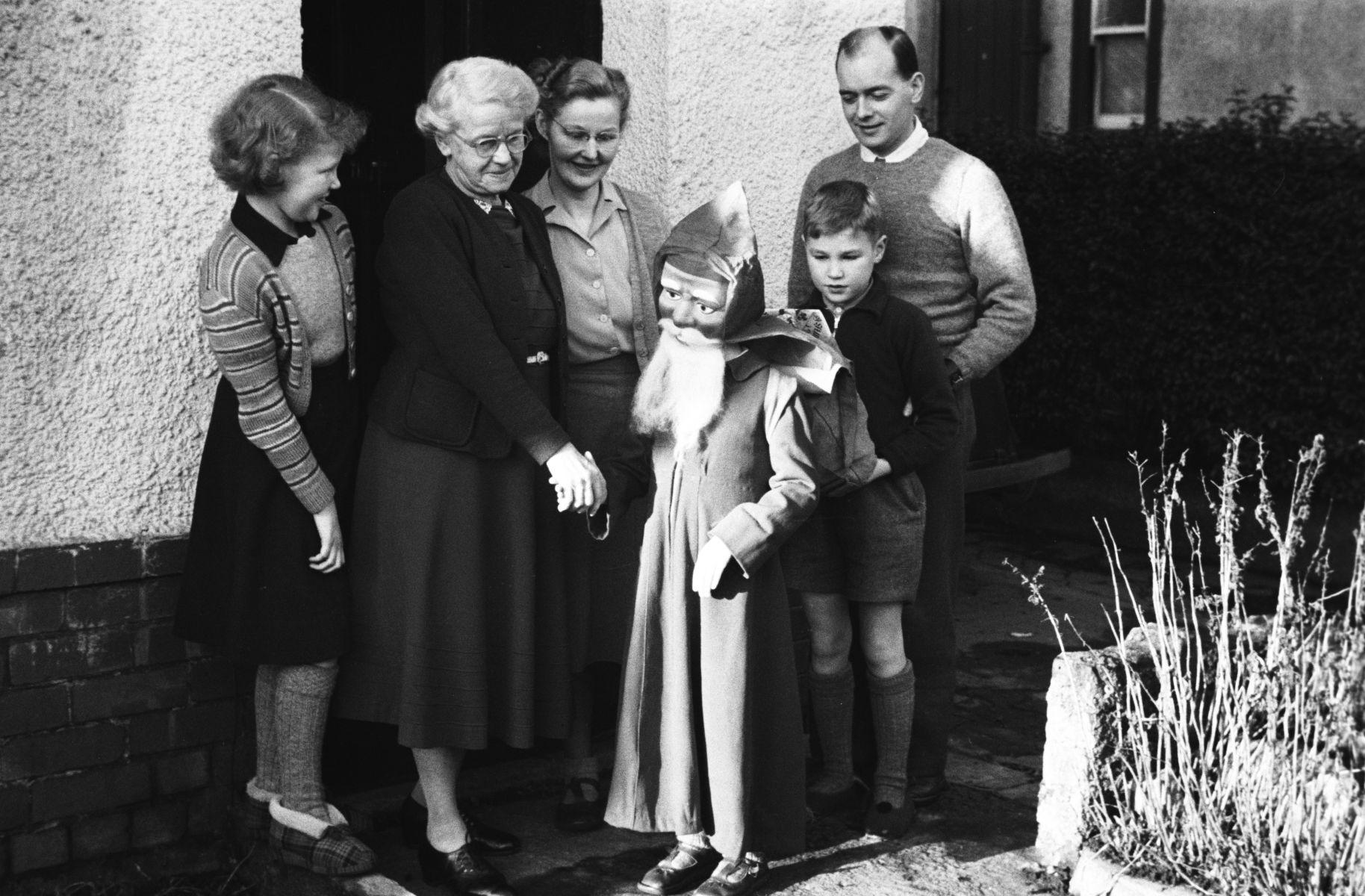
Kerstmis, 1949
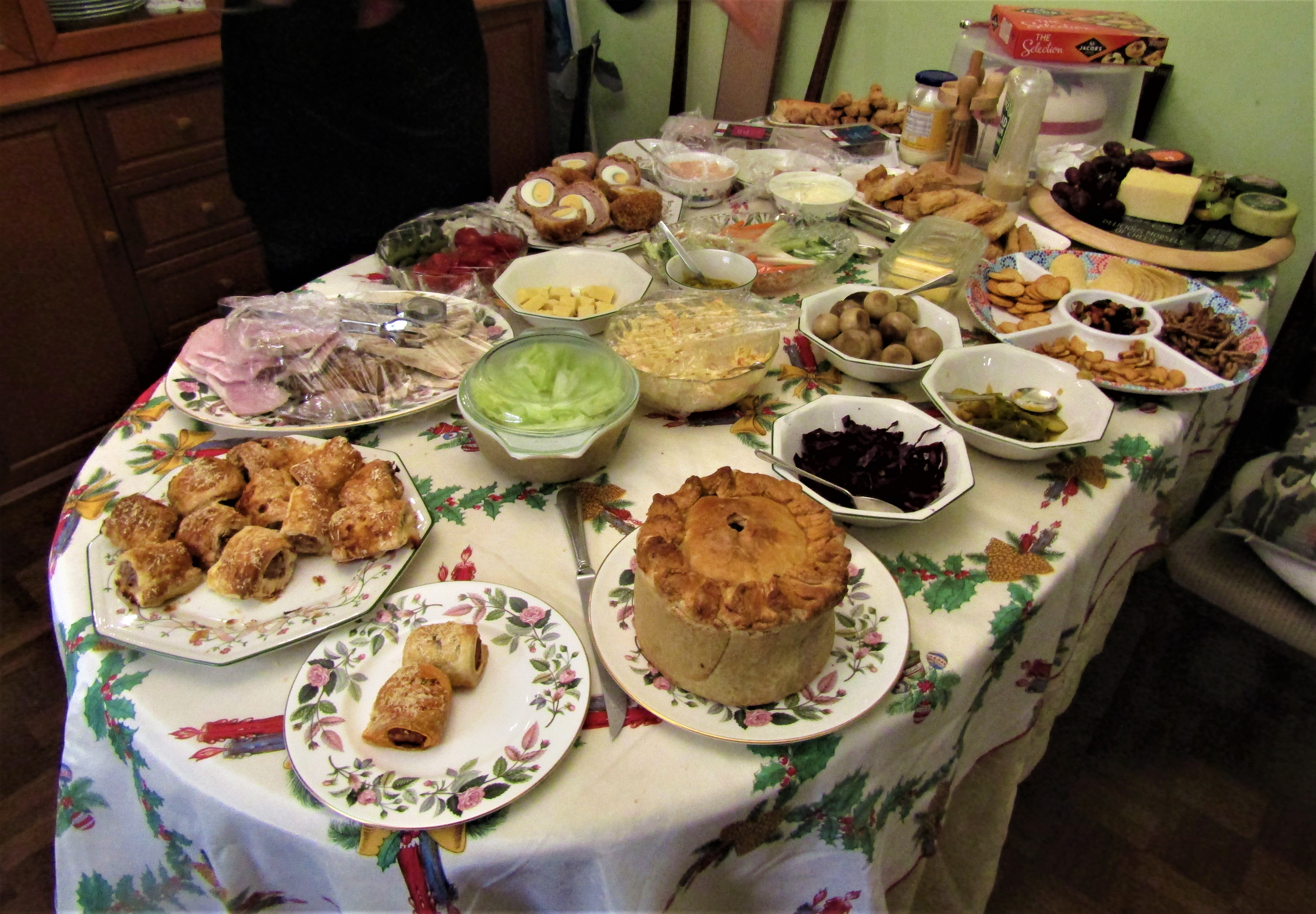
Diner voor Boxing Day
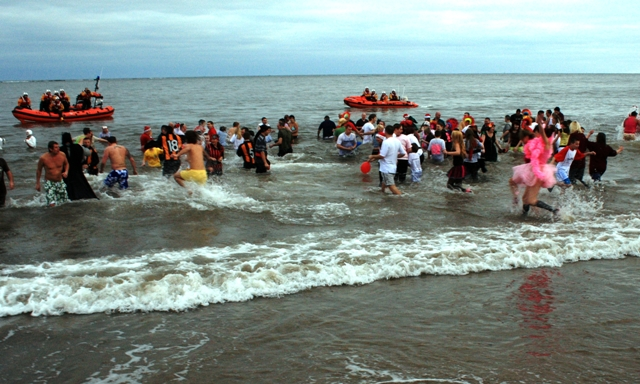
Boxing Day Dip in the Sea
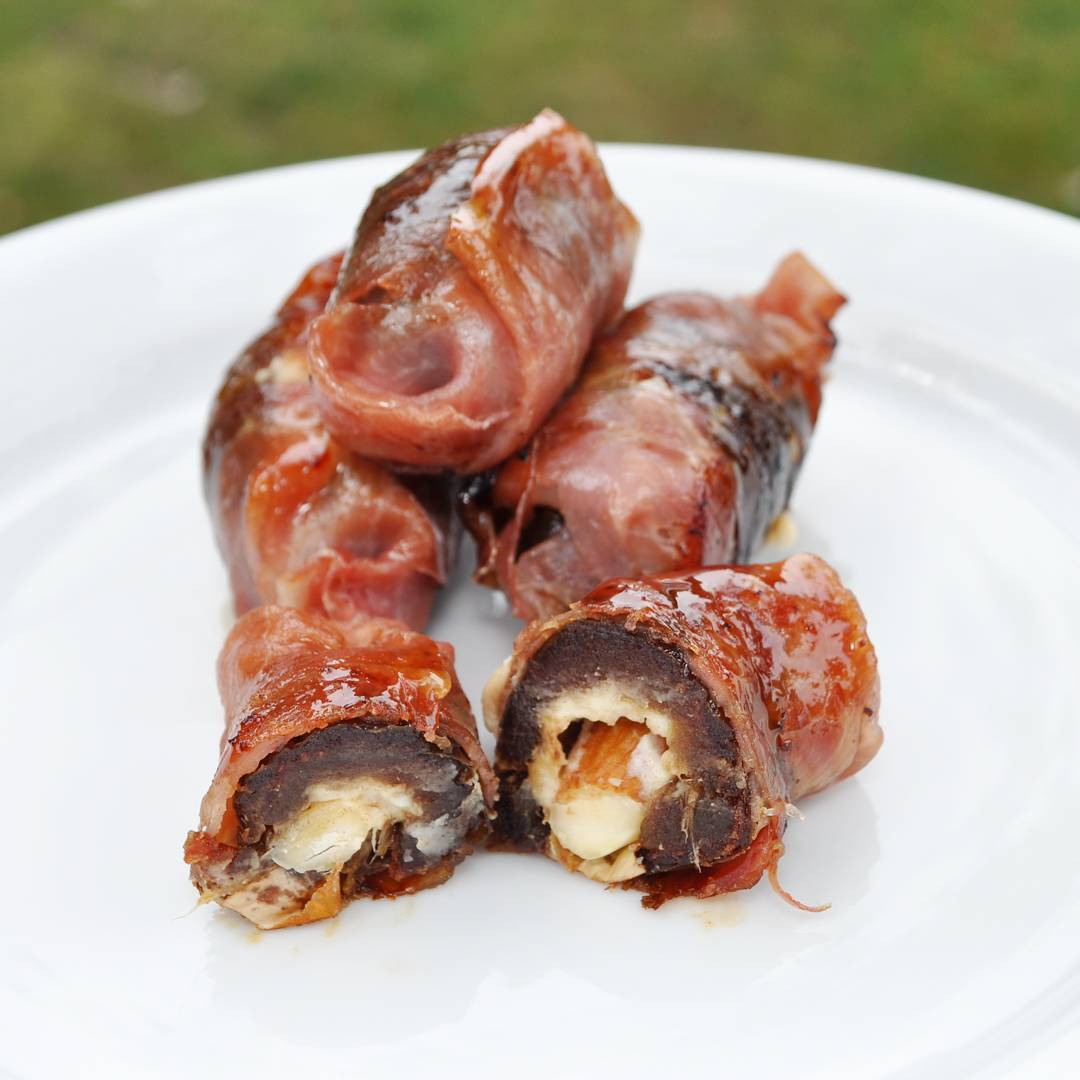
Devils on Horseback
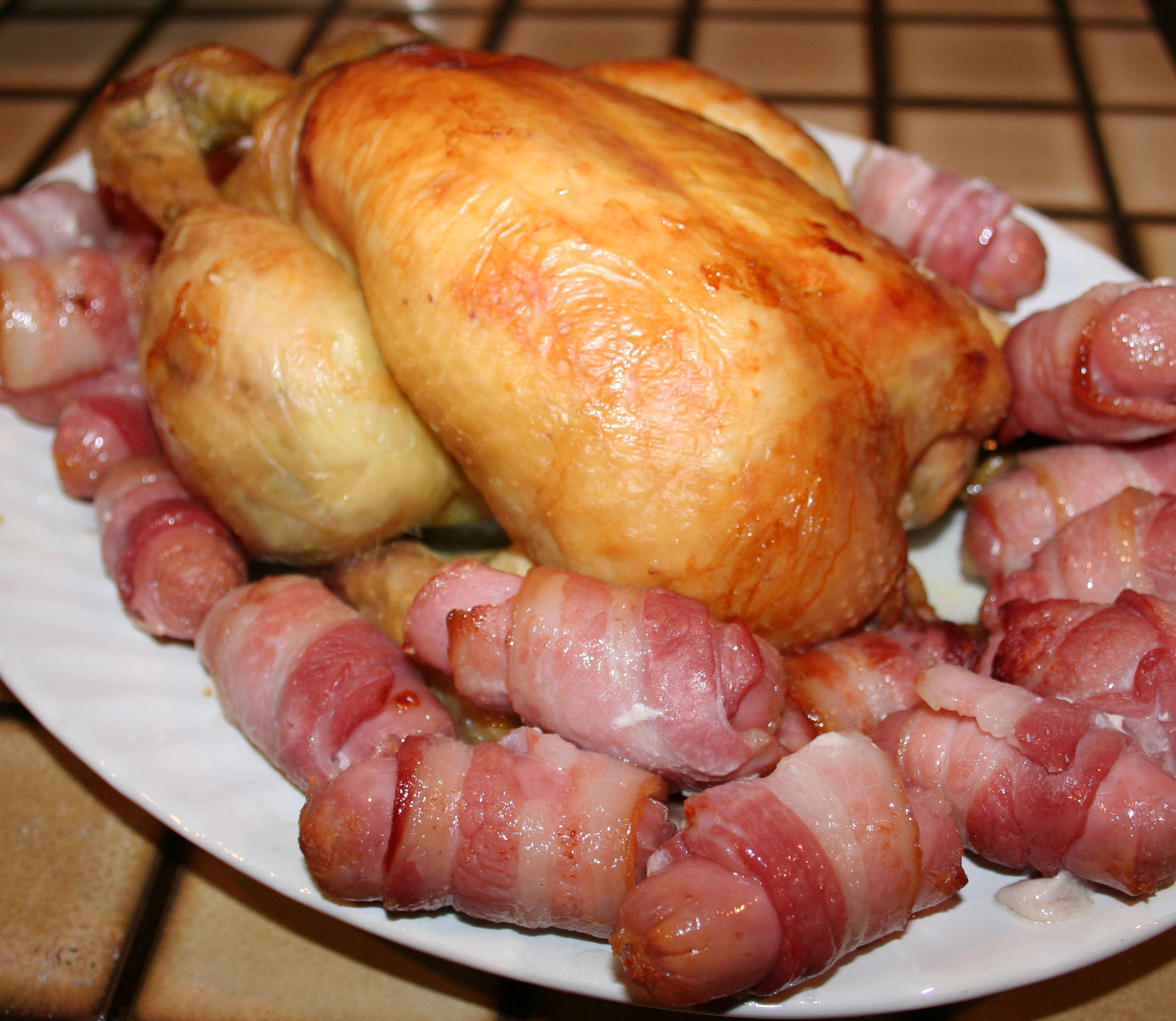
Pigs in Blankets met een kalkoen
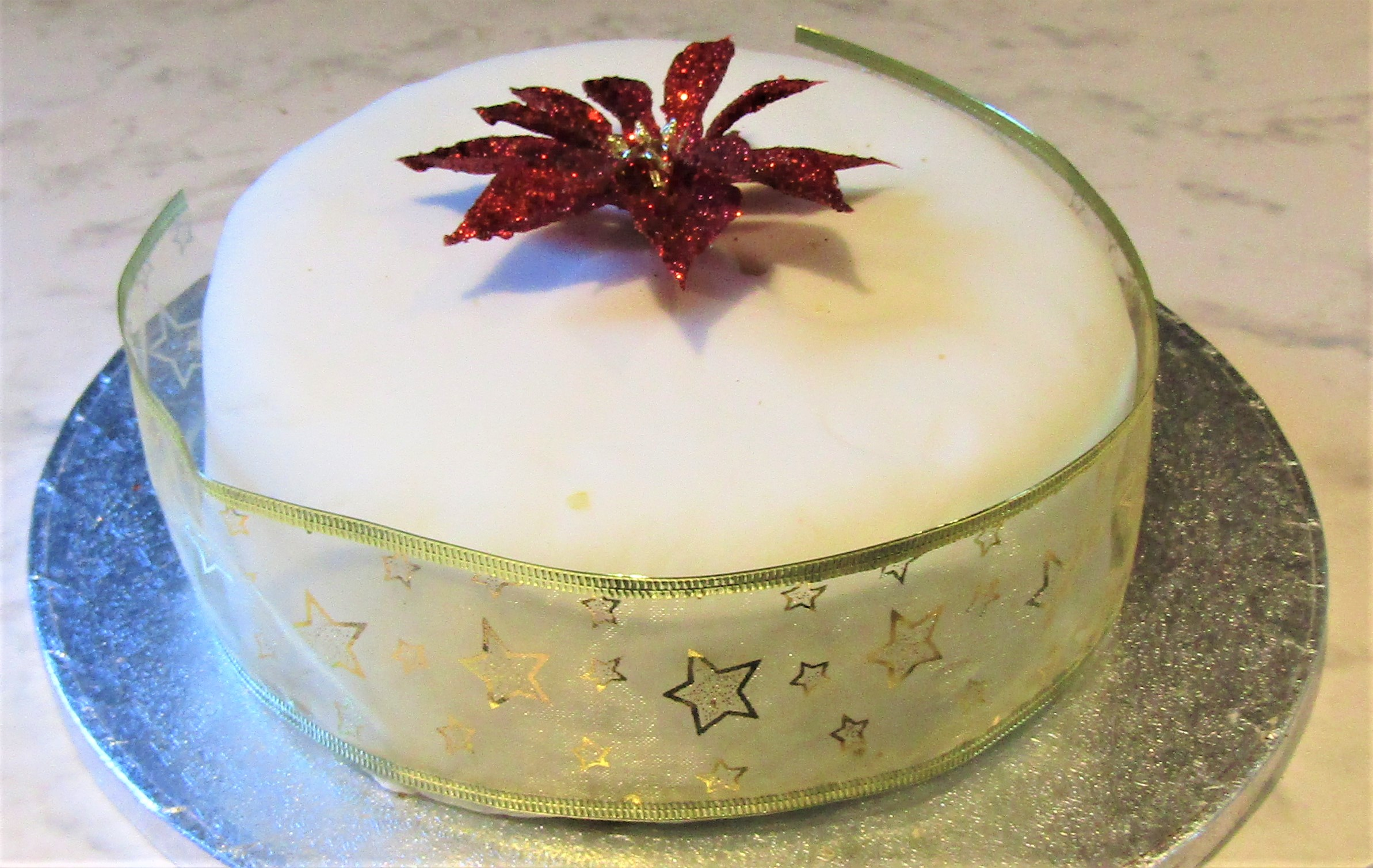
Christmas Cake
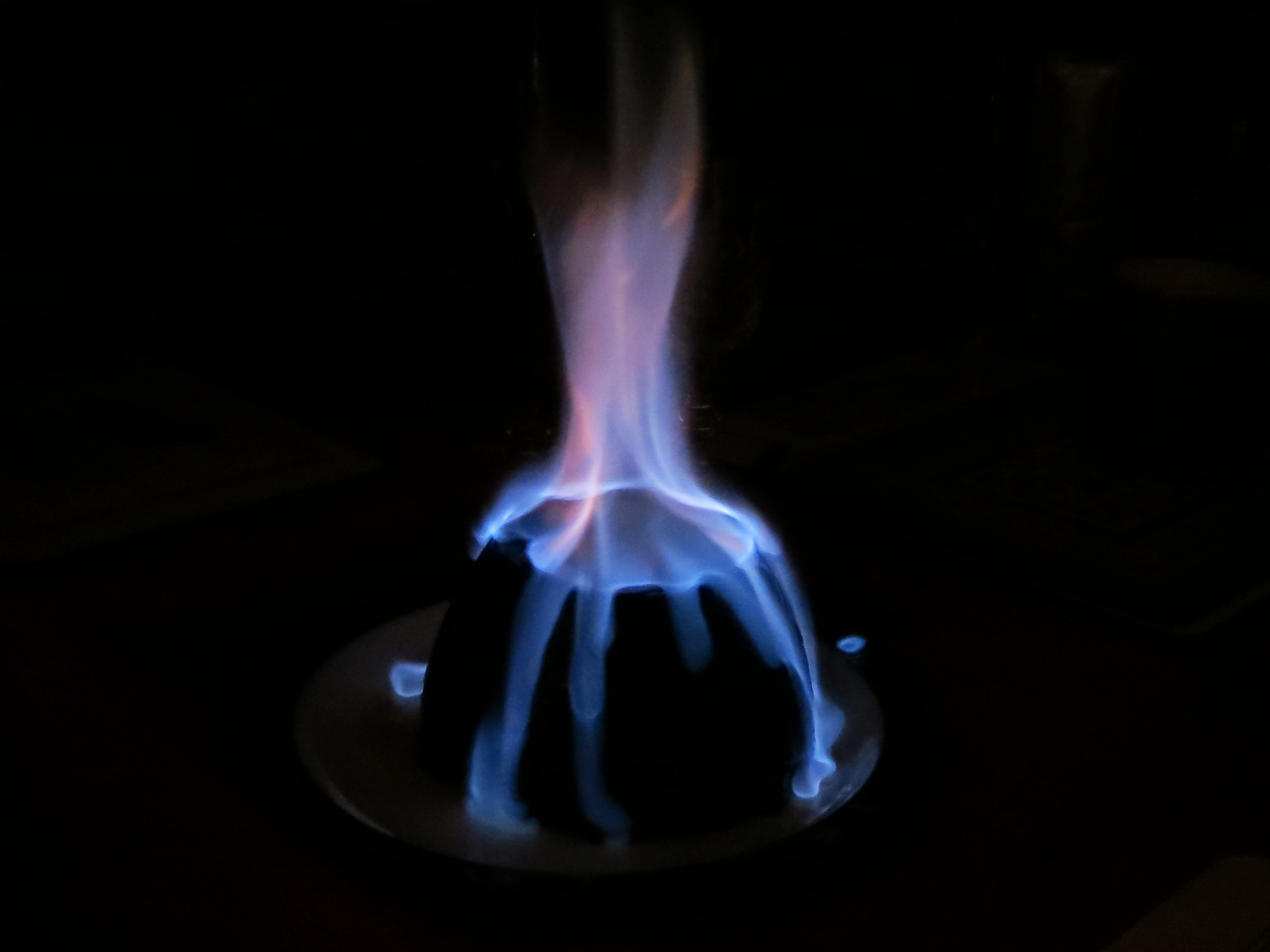
Christmas Pudding
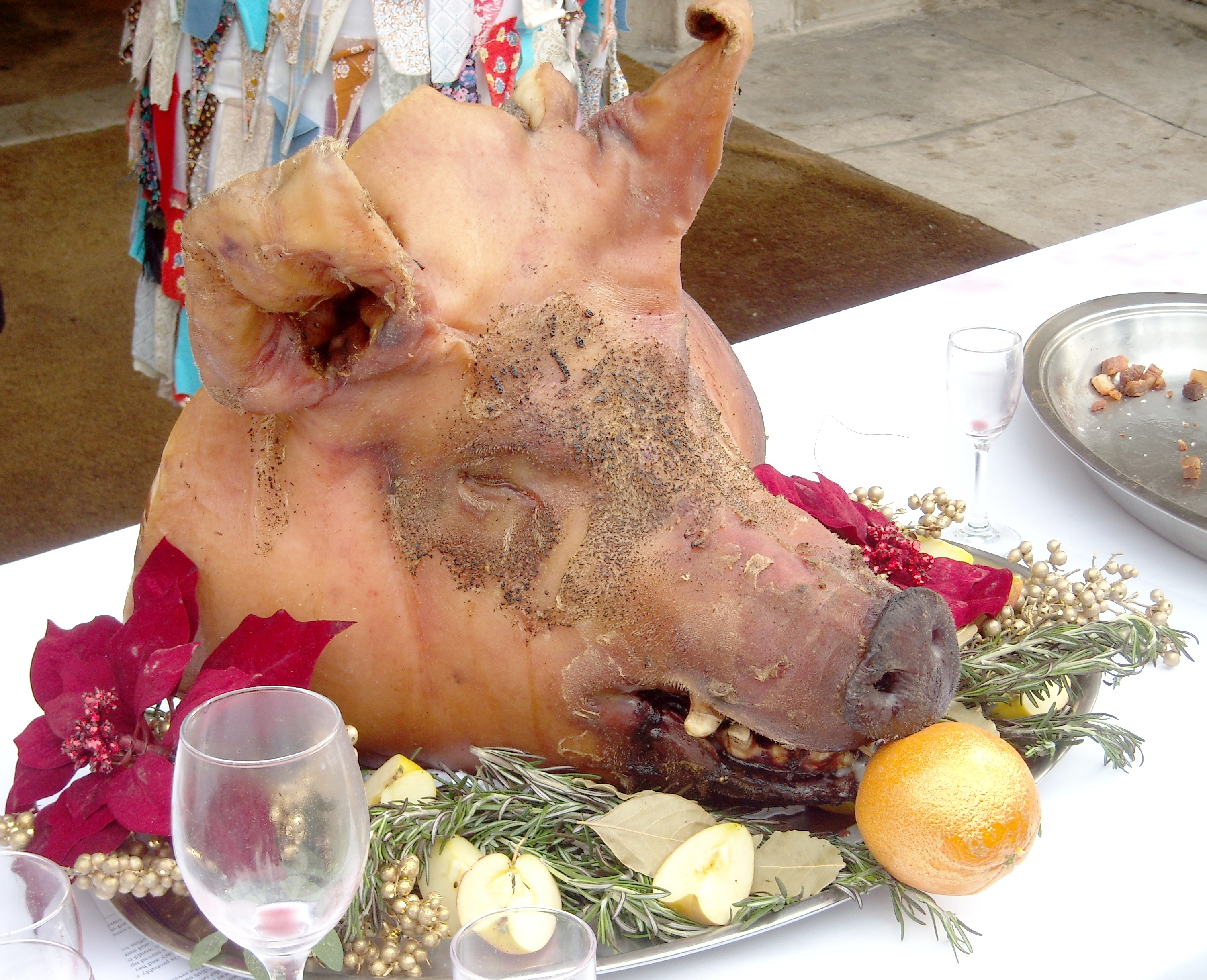
Varkenskop
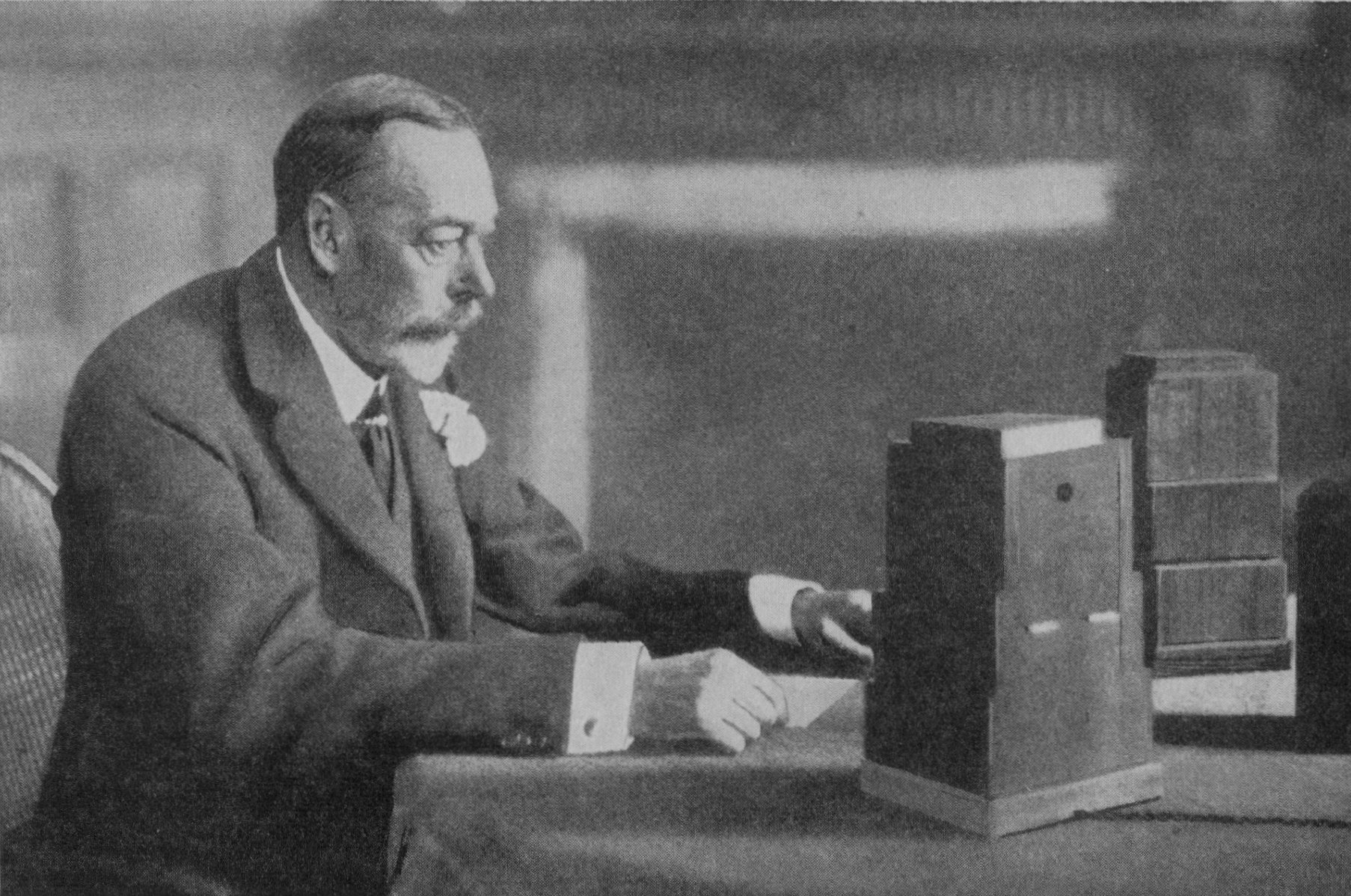
George V van het Verenigd Koninkrijk tijdens de Royal broadcast, 1934
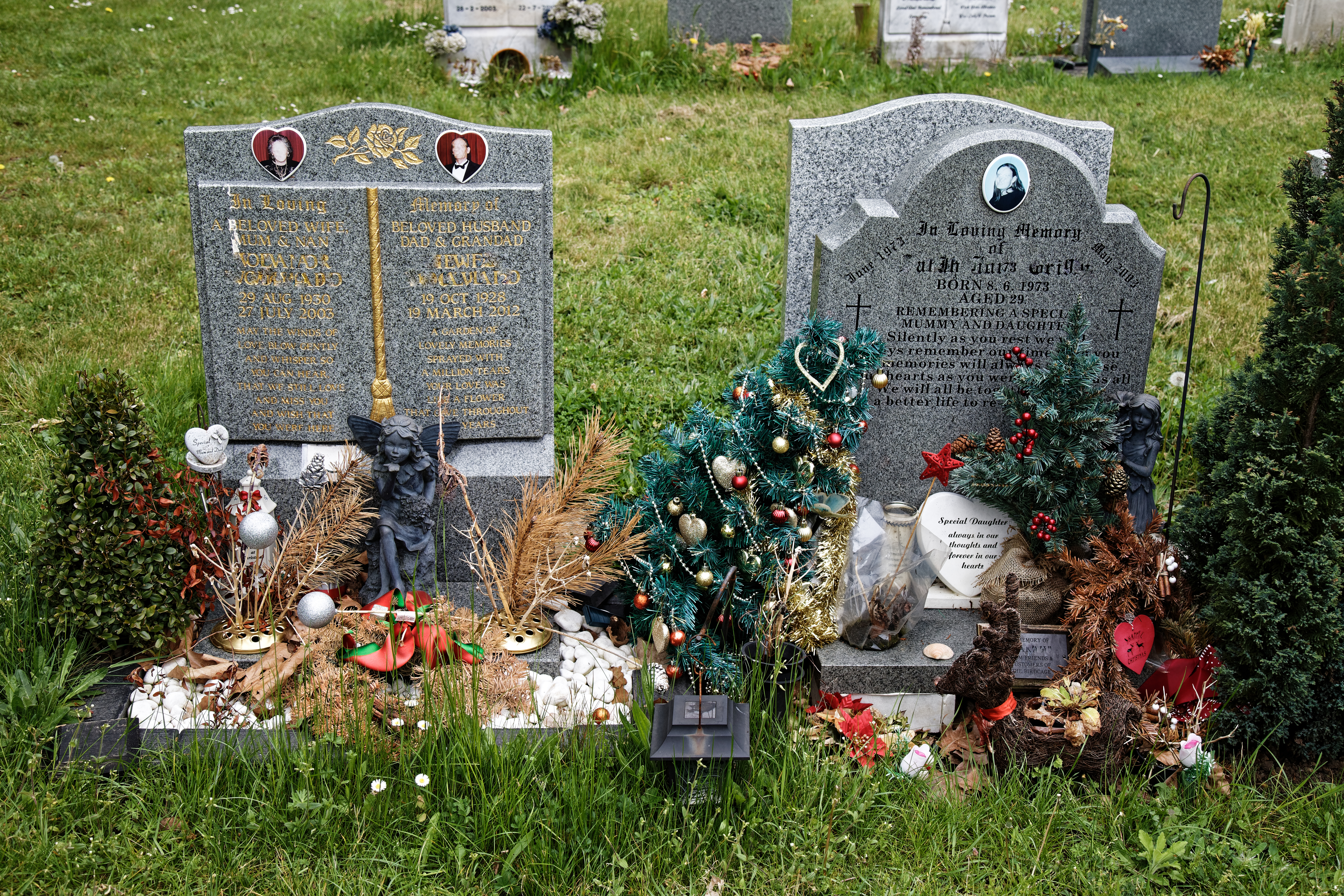
Graven op de City of London Cemetery and Crematorium zijn voorzien van kerstversiering

## Verenigde Staten

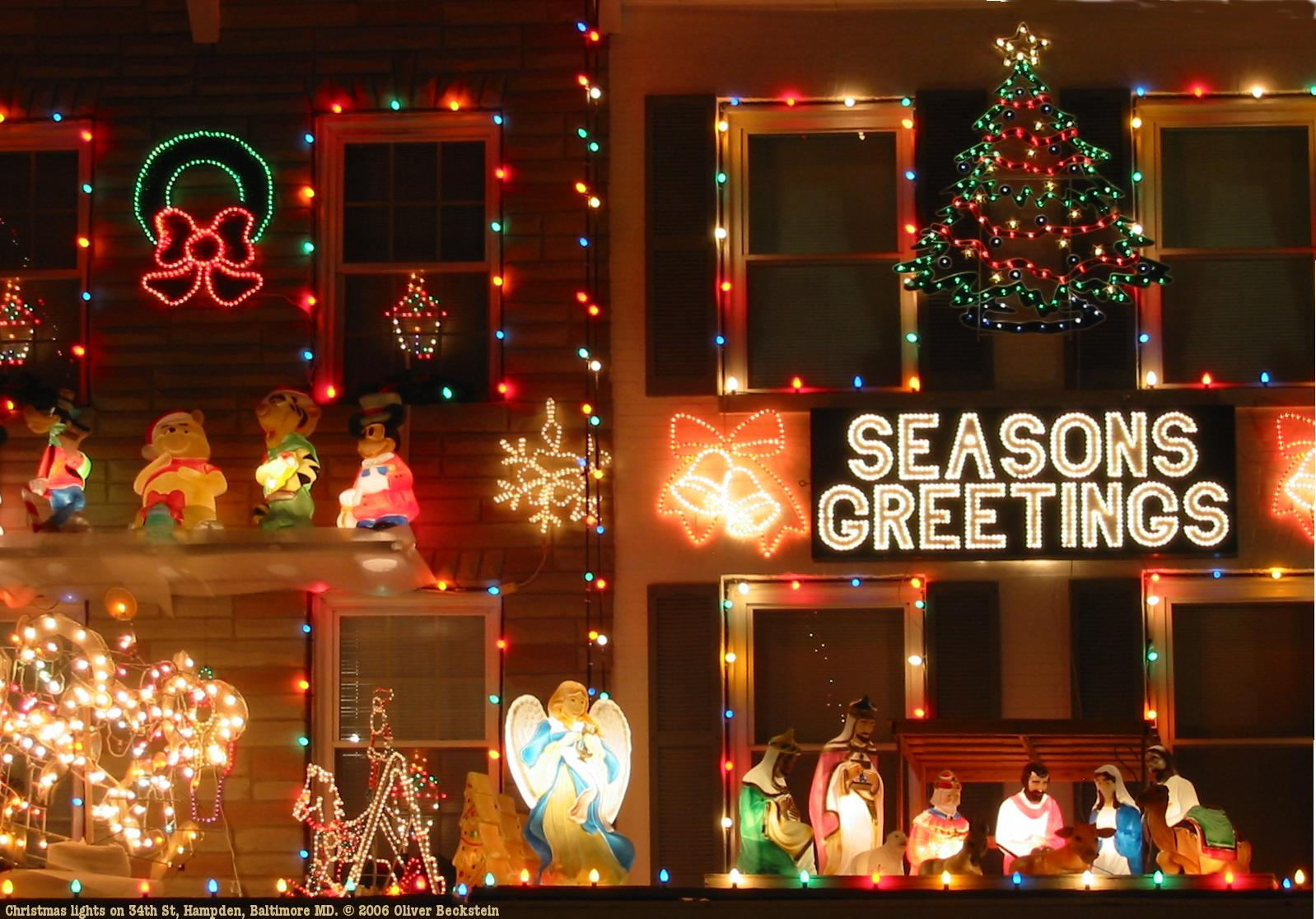
Season's Greetings

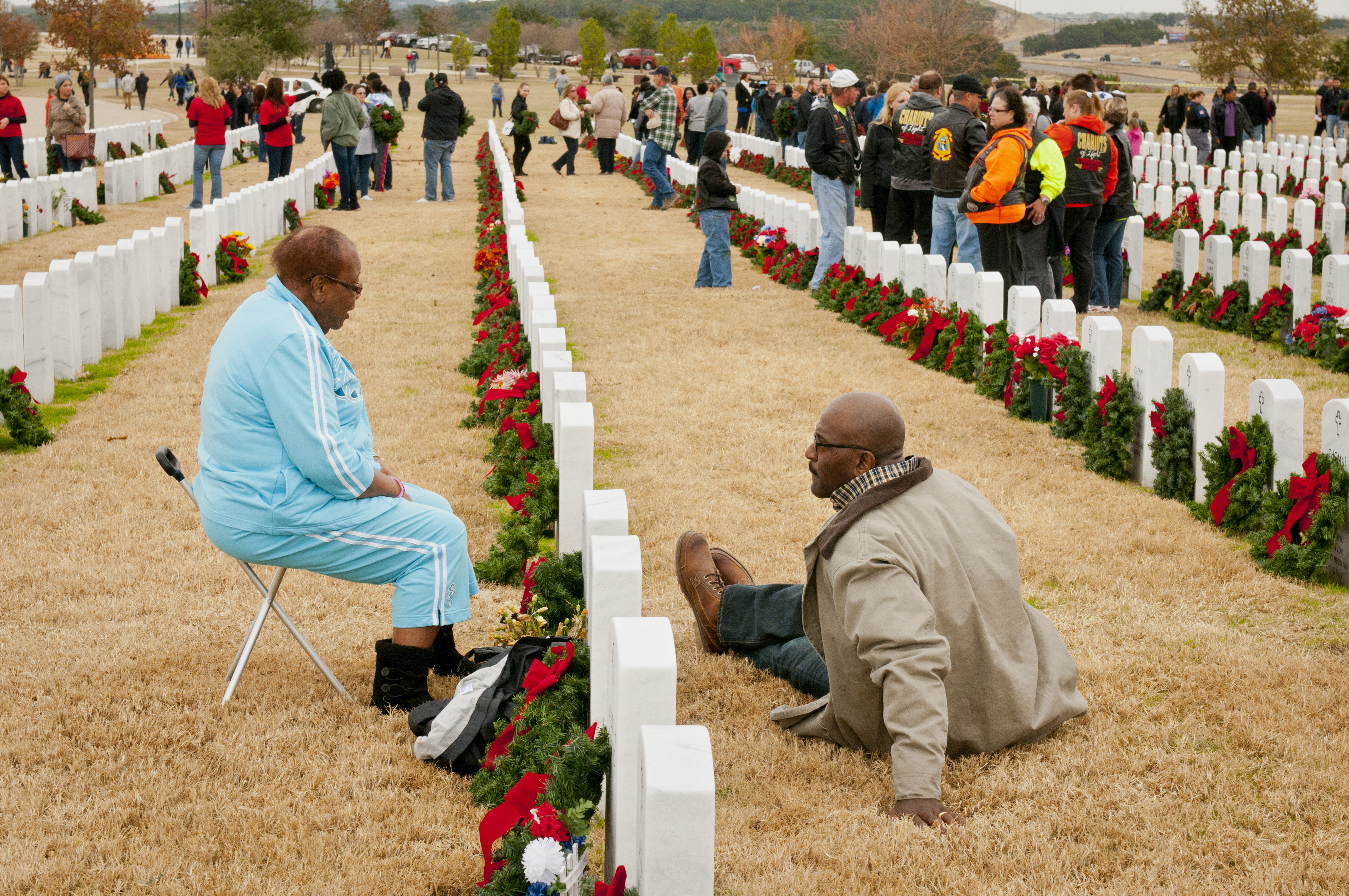
Elk jaar worden op de Central Texas State Veterans Cemetery 5000 kransen gelegd door familie en vrijwilligers. De kransen blijven de hele vakantieperiode op de graven staan en worden de eerste zondag van januari verwijderd.

Kerstmis in de Verenigde Staten is in de eerste plaats een familiefeest. Tweede kerstdag is er onbekend. In tegenstelling tot Thanksgiving Day is er geen standaardprogramma dat iedereen volgt. Omdat de Amerikaanse grondwet een scheiding van kerk en staat voorschrijft, kunnen openbare scholen geen Kerstmis vieren. De schoolvakantie aan het einde van het jaar heet "wintervakantie", en ieder jaar worden openbare instellingen geconfronteerd met rechtszaken, omdat zij bijvoorbeeld een kerststal op openbaar terrein toelaten.
Om mensen niet te kwetsen, worden onbekenden meestal niet een "Merry Christmas" toegewenst, maar een neutraler "Happy Holidays" of vermeld men de neutralere "Season's Greetings". President George W. Bush werd in 2005 door fundamentele christenen kwalijk genomen dat hij op de jaarlijkse kaart voor de feestdagen van het Witte Huis "Happy Holidays" toewenst, in plaats van een "Merry Christmas".
Er is niet overal een winters klimaat in de Verenigde Staten tijdens de kerstperiode.

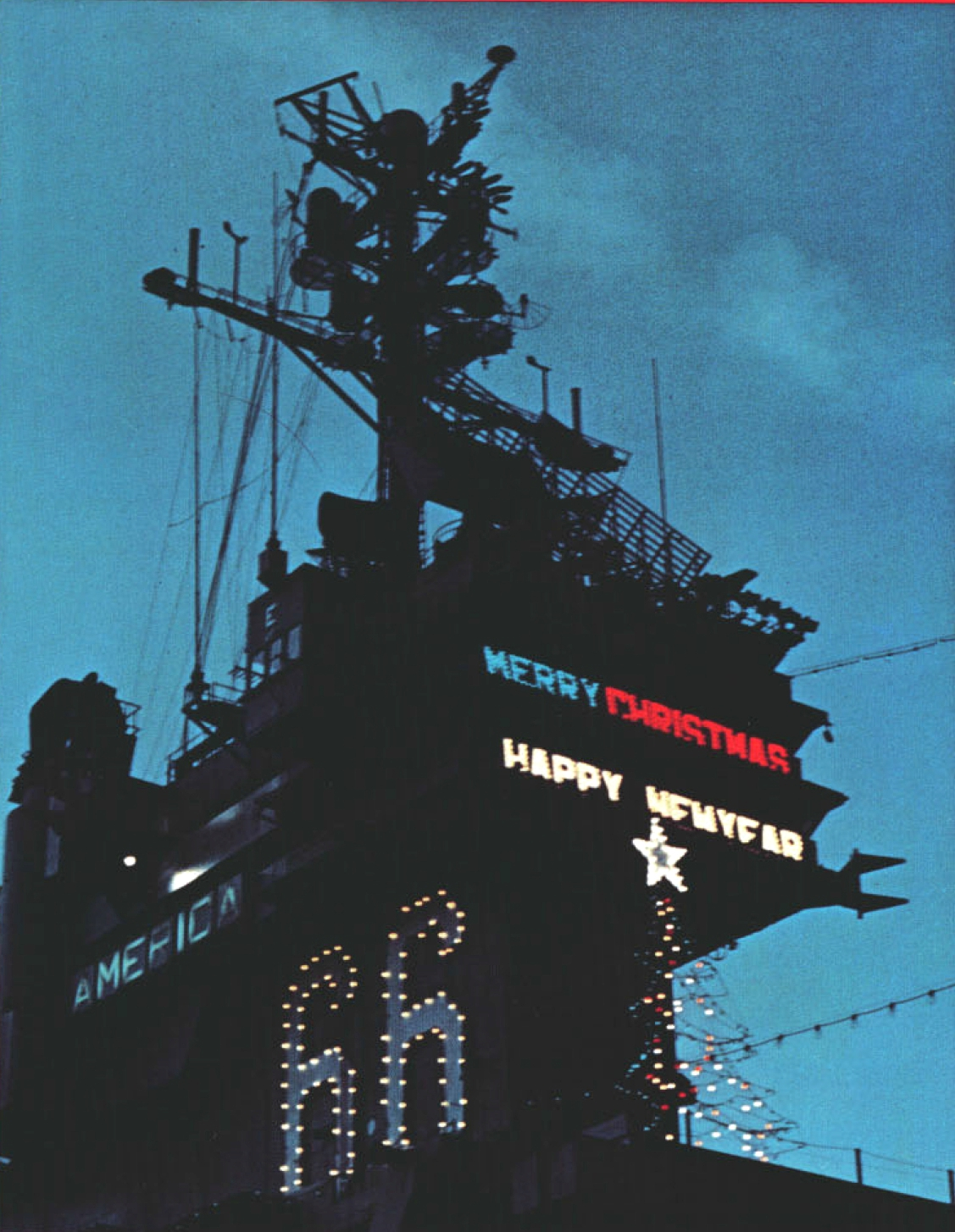
Season greetings op de USS America
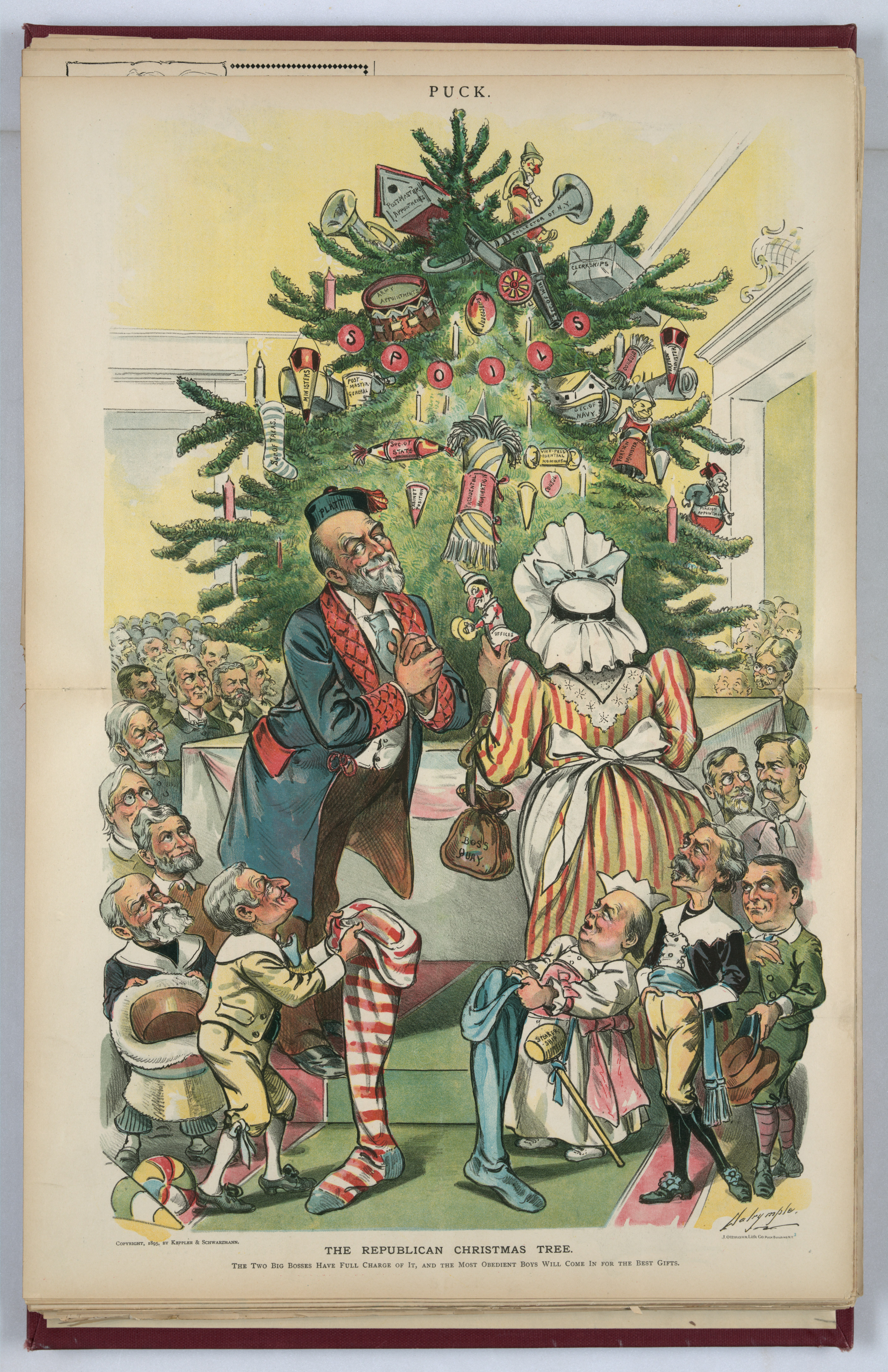
The Republican Christmas tree, Library of Congress, 1895
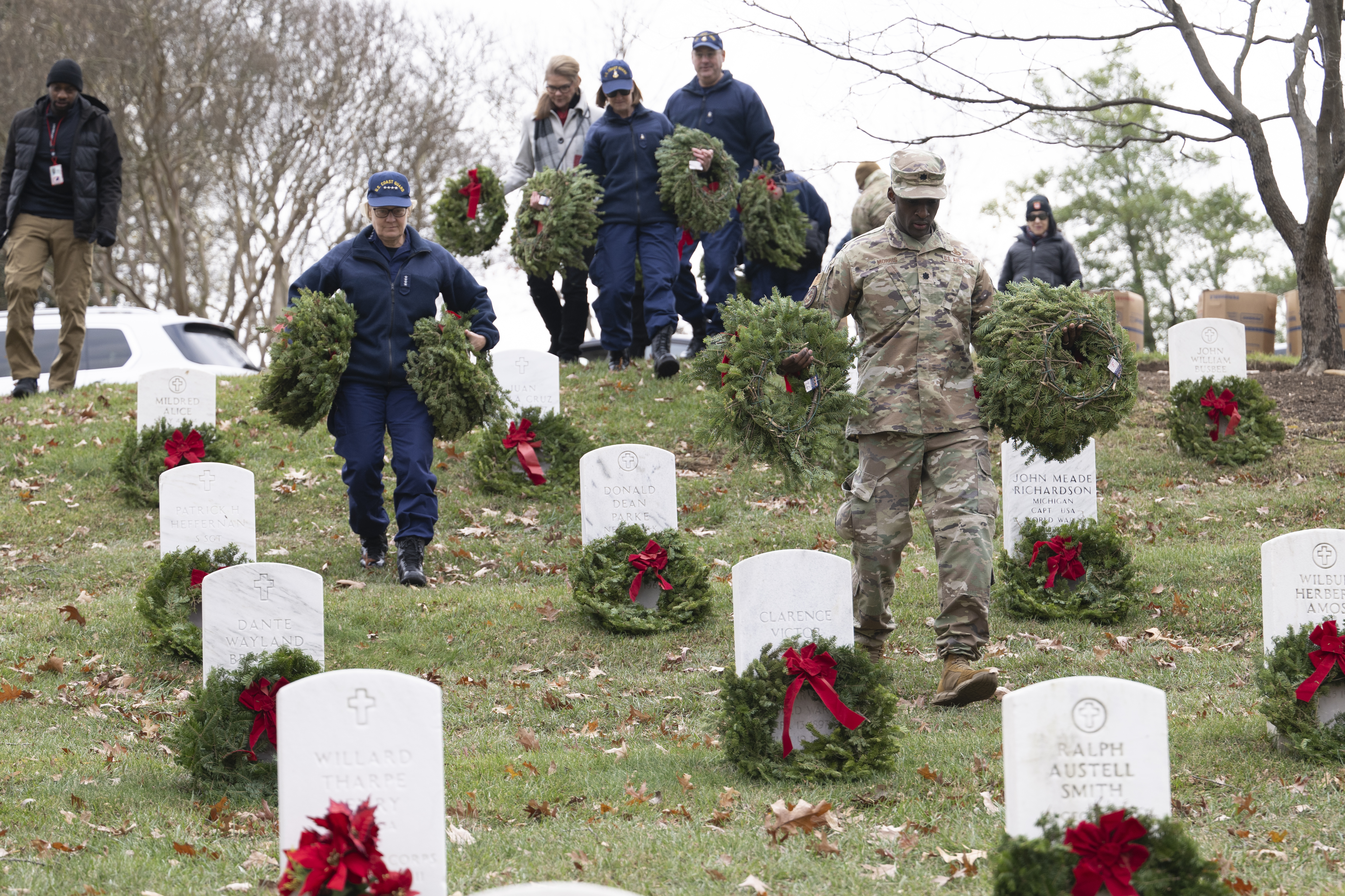
Senior militaire leiders uit de VS leggen kransen in sectie 37 van Arlington National Cemetery, Virginia
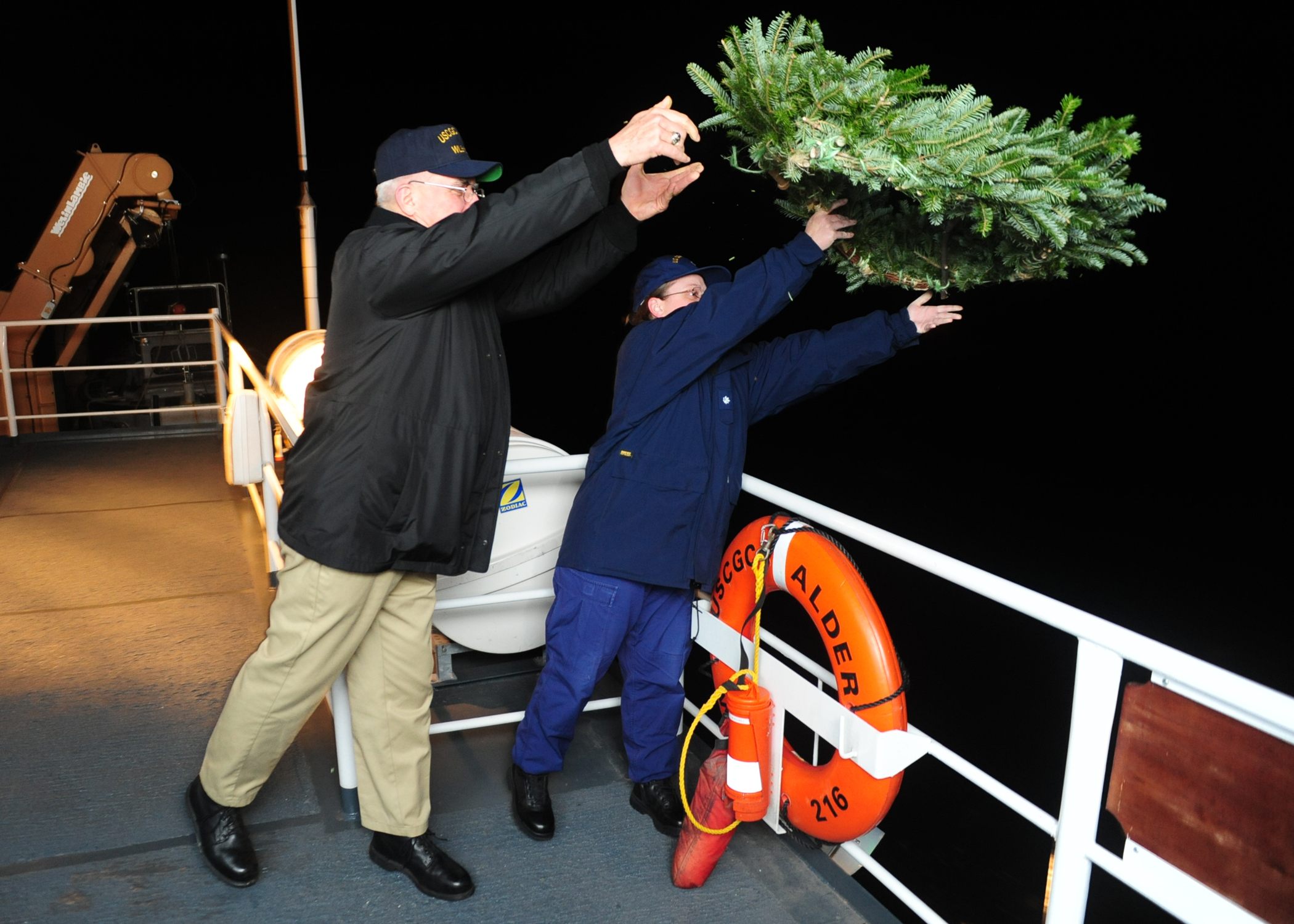
Medewerkers van het Chicago Christmas Ship gooien een krans over de rand, terwijl ze de plek passeren waar de Rouse Simmons (het oorspronkelijke kerstschip van Chicago) in 1912 zonk, in Lake Michigan op 30 november 2011.
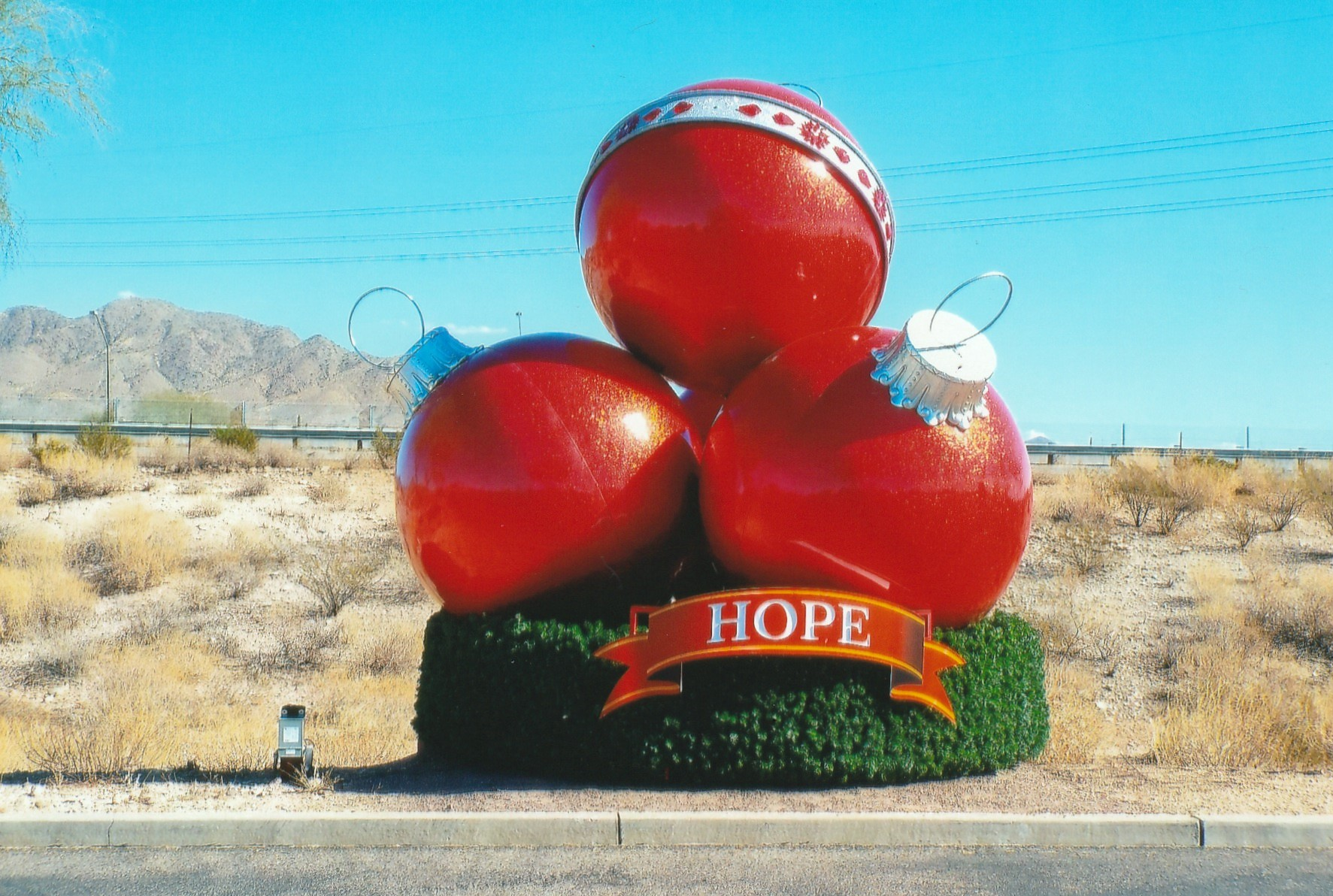
Gigantische kerstballen als kerstversiering in Arizona

### Familietradities

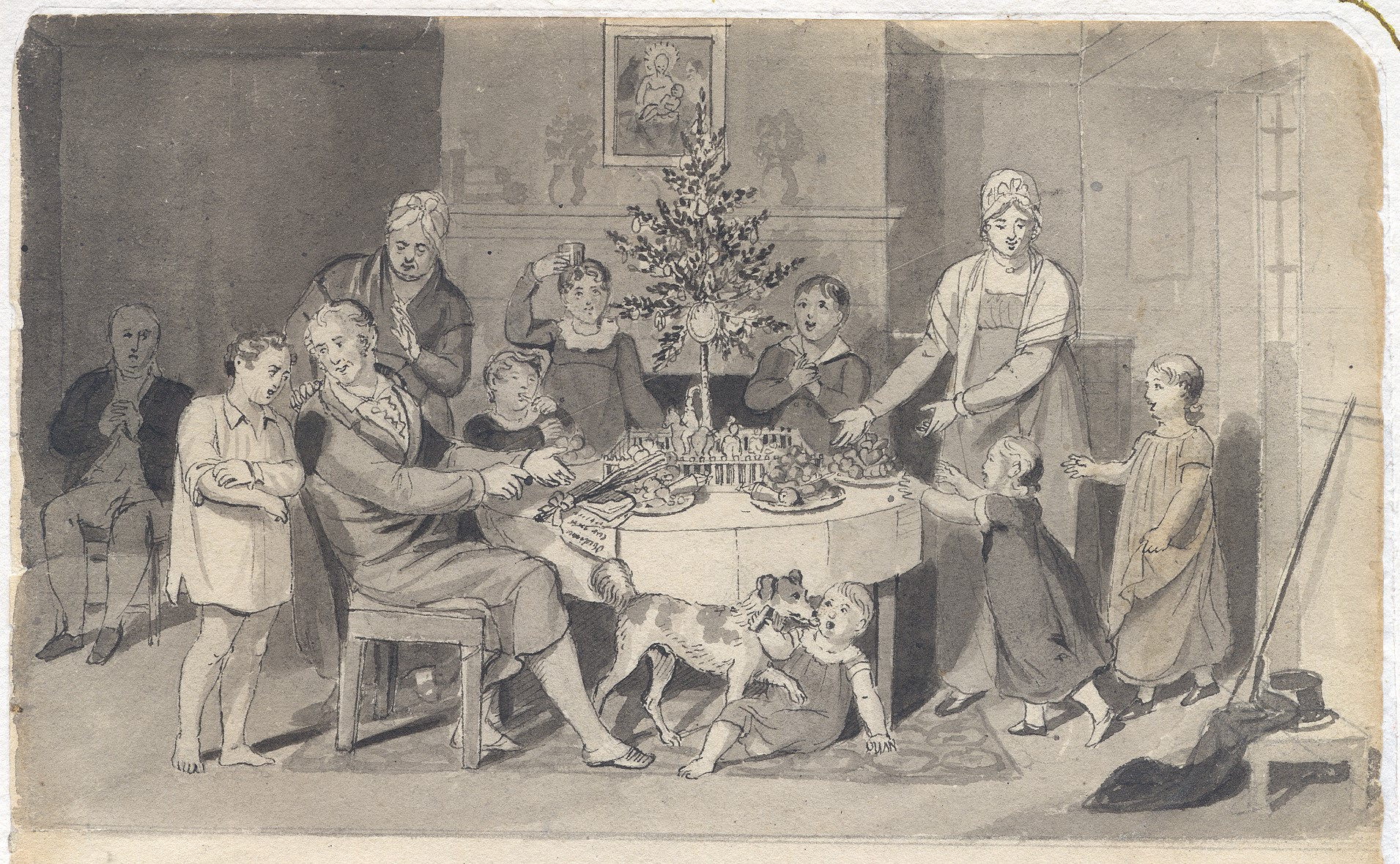
Een familie zit rond de kerstboom; dit is de eerste afbeelding van een kerstboom in de Verenigde Staten door de in Duitsland geboren schilder John Lewis Krimmel (1784-1821), die emigreerde naar Philadelphia

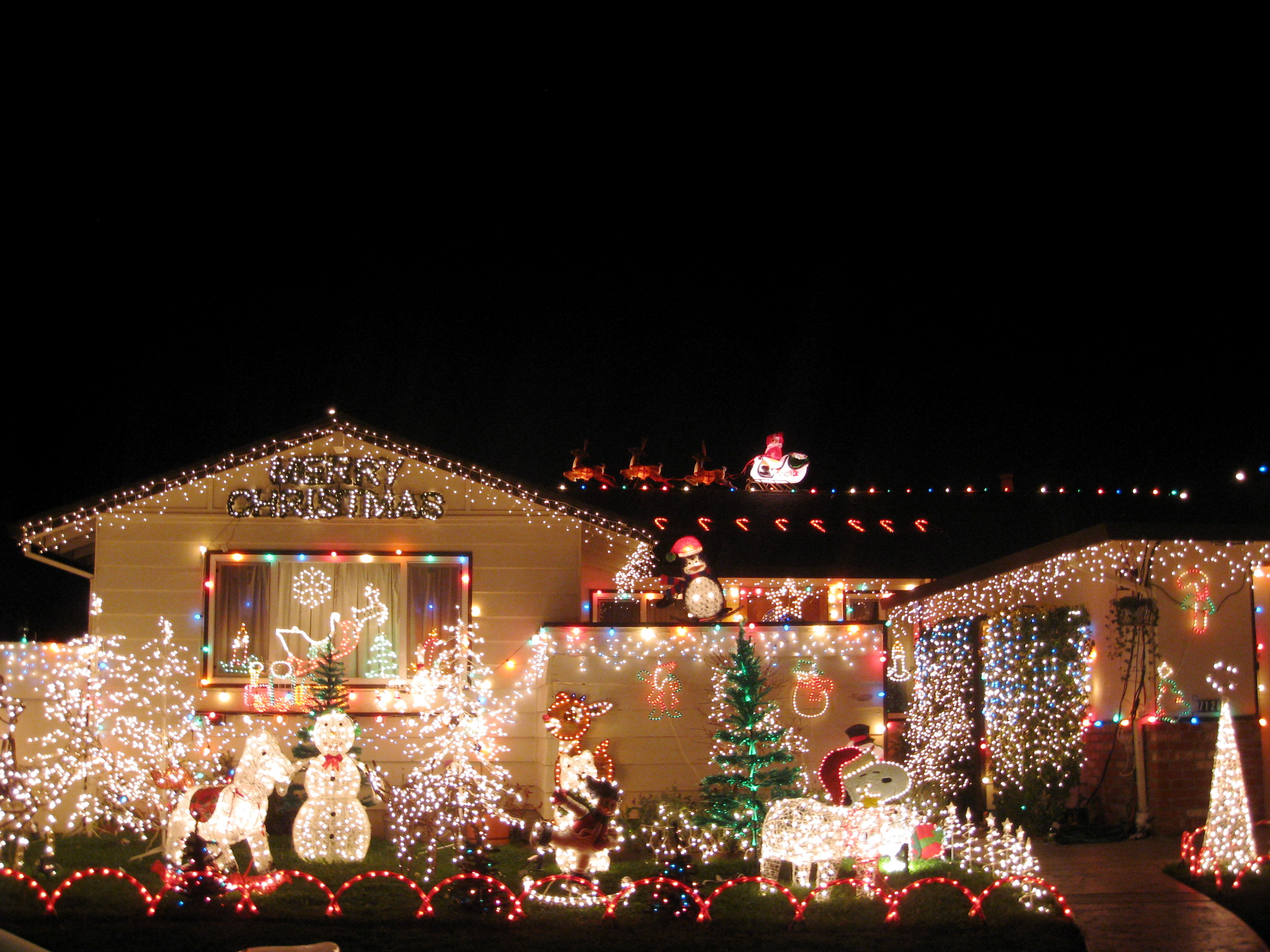
Een huis in Dublin feestelijk versierd tijdens de kerstperiode, 2008

Familietradities bepalen hoe men Kerstmis viert. Vaak worden de tradities van het land van de voorvaders gevolgd, bijvoorbeeld Scandinaviërs eten een traditioneel diner met eend of gans op kerstavond. Italianen eten vis. Christelijke Amerikanen gaan naar de kerk op kerstavond of op kerstdag, afhankelijk van tot welke Kerk ze behoren. In de ochtend van de kerstdag vinden veel Amerikanen geschenken onder de kerstboom en in een grote kous die aan de schoorsteenmantel hangt. Die zijn daar achtergelaten door Santa Claus, de Kerstman. Zuurstokken worden in verband gebracht met kerst, ze worden opgehangen in huis of de kerstboom. Kerstdorpen worden vaak opgericht onder de kerstboom. Veel huizen in de Verenigde Staten worden uitbundig verlicht tijdens de kerstperiode.
Niet iedereen in de Verenigde Staten Kerstmis viert kerstmis. Joodse families vieren in dezelfde periode Chanoeka, en sommige Afro-Amerikanen die Kerstmis als een feest van de blanke cultuur beschouwen, vieren het Afrikaanse feest Kwanzaa. 

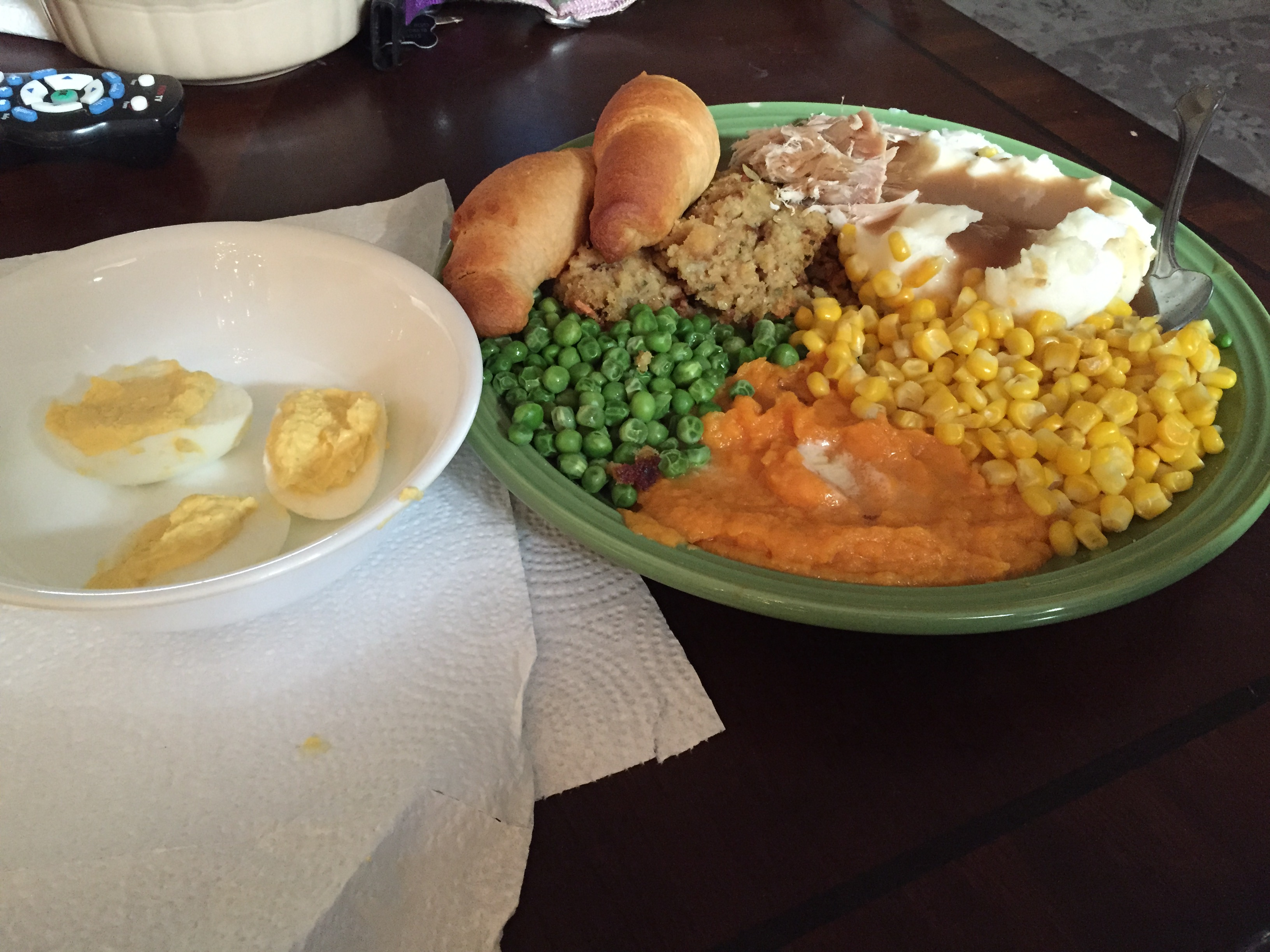
Een voorbeeld van een kerstdiner, inclusief devil eggs, erwten, maïs, vulling, kalkoen, aardappelpuree, croissantbroodjes en zoete aardappelpuree
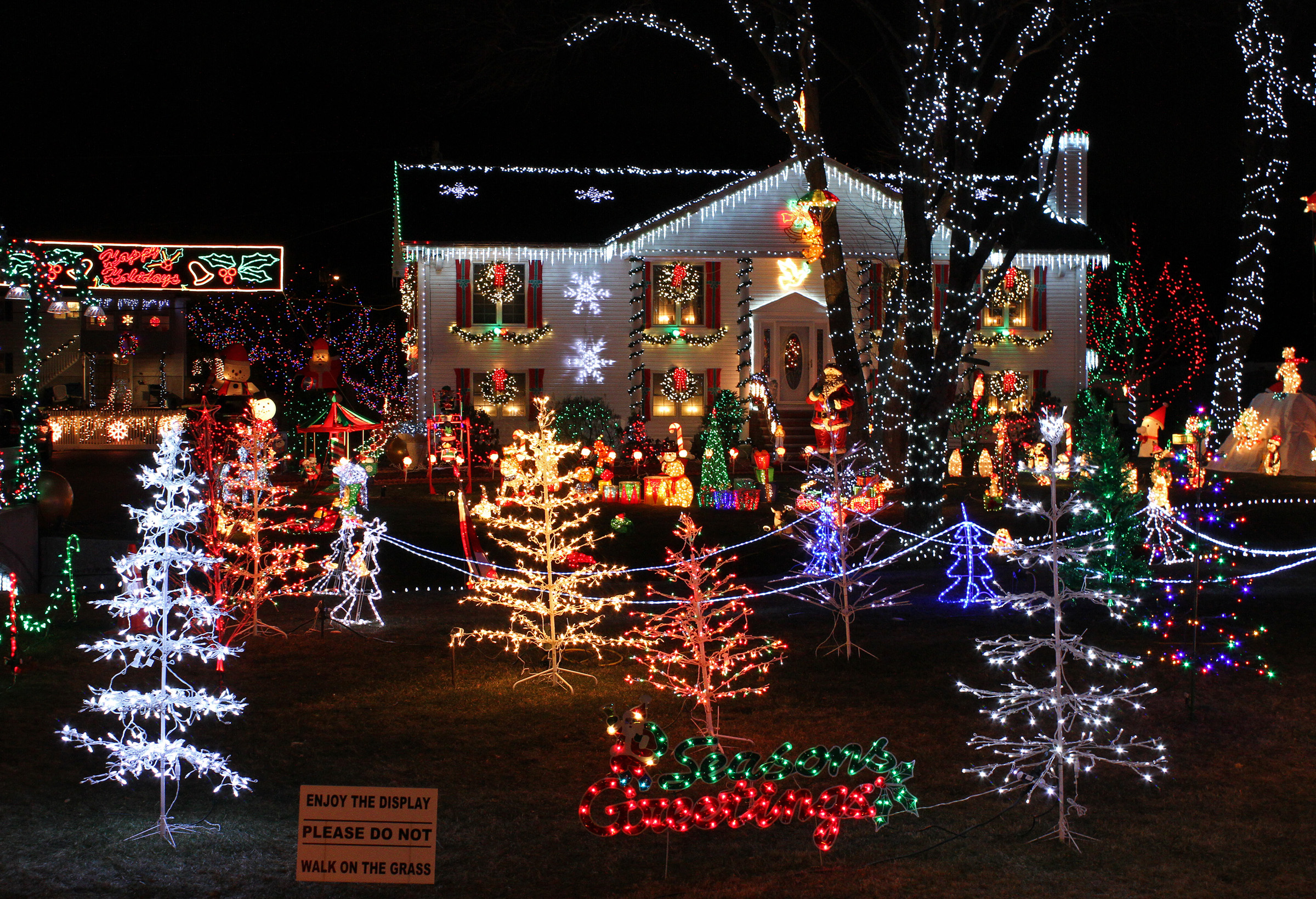
Een huis feestelijk verlicht tijdens de kerstperiode
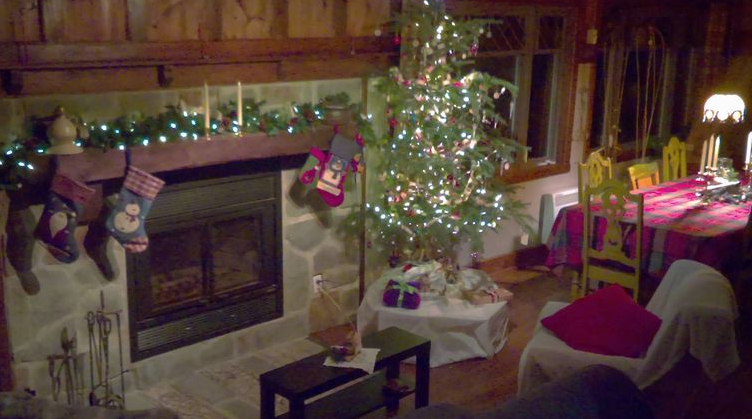
Woonkamer en eetkamer ingericht voor Kerstmis, Quebec
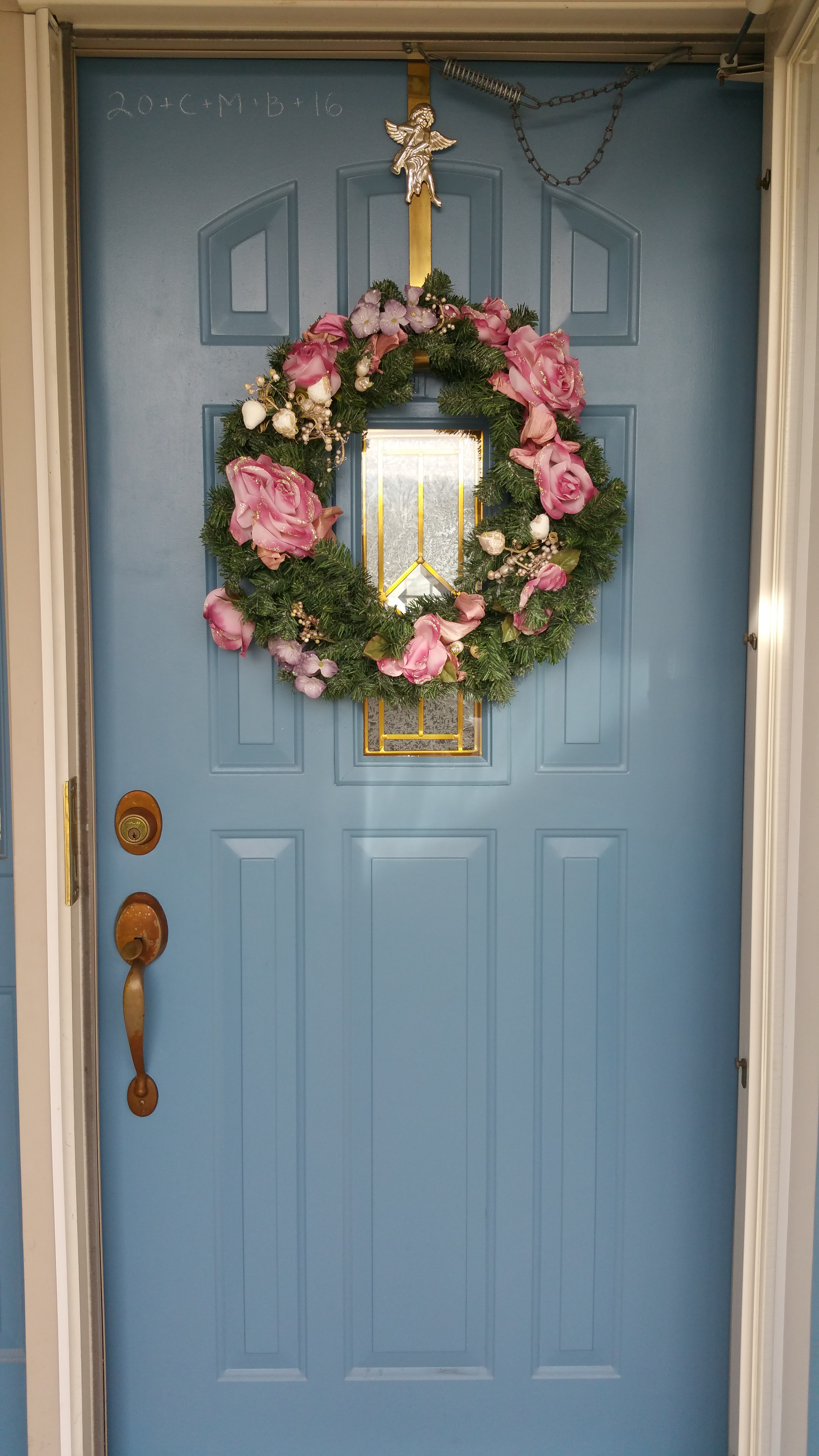
Kerstkrans aan een voordeur
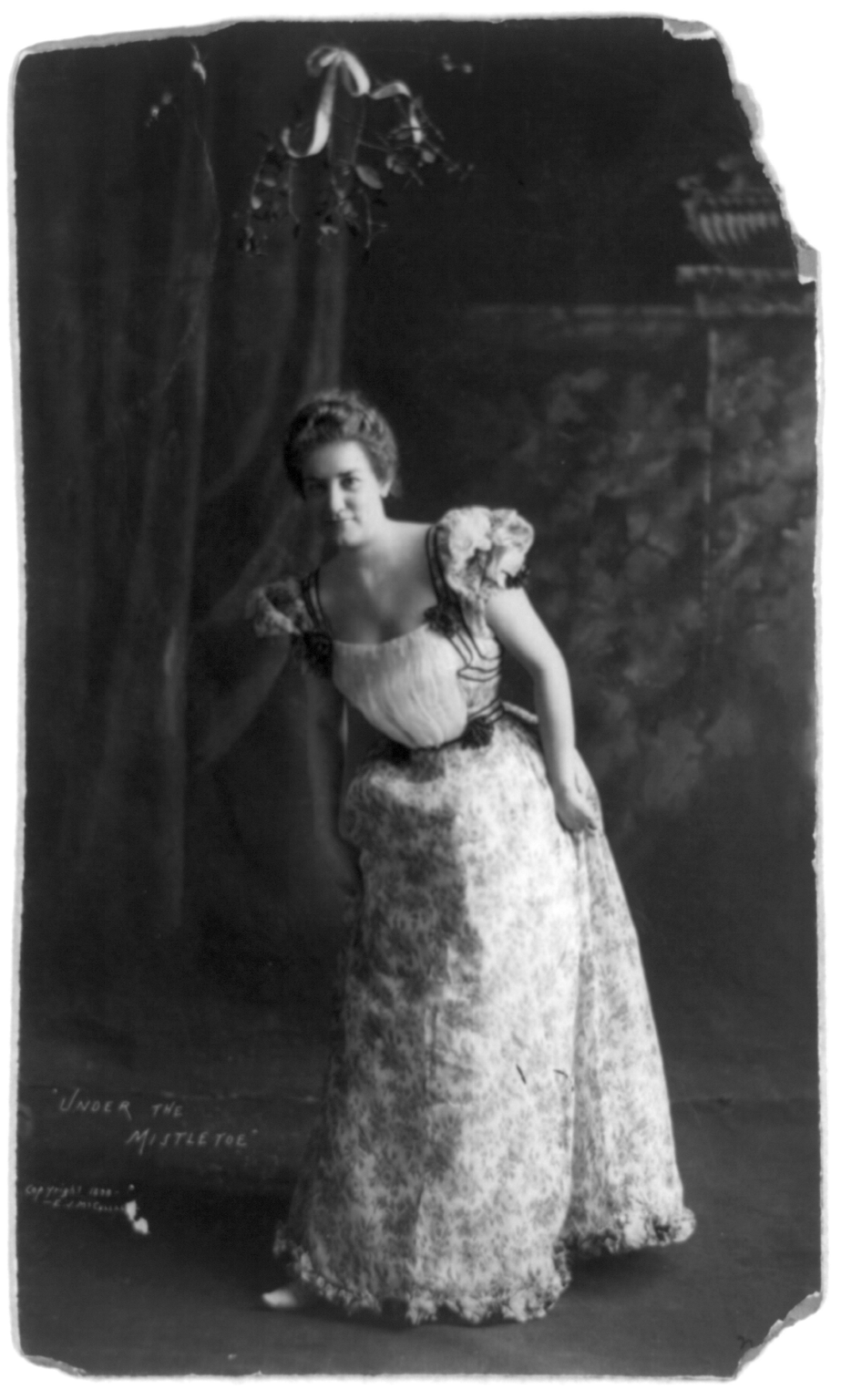
Een vrouw staat onder de maretak, ca. 1898
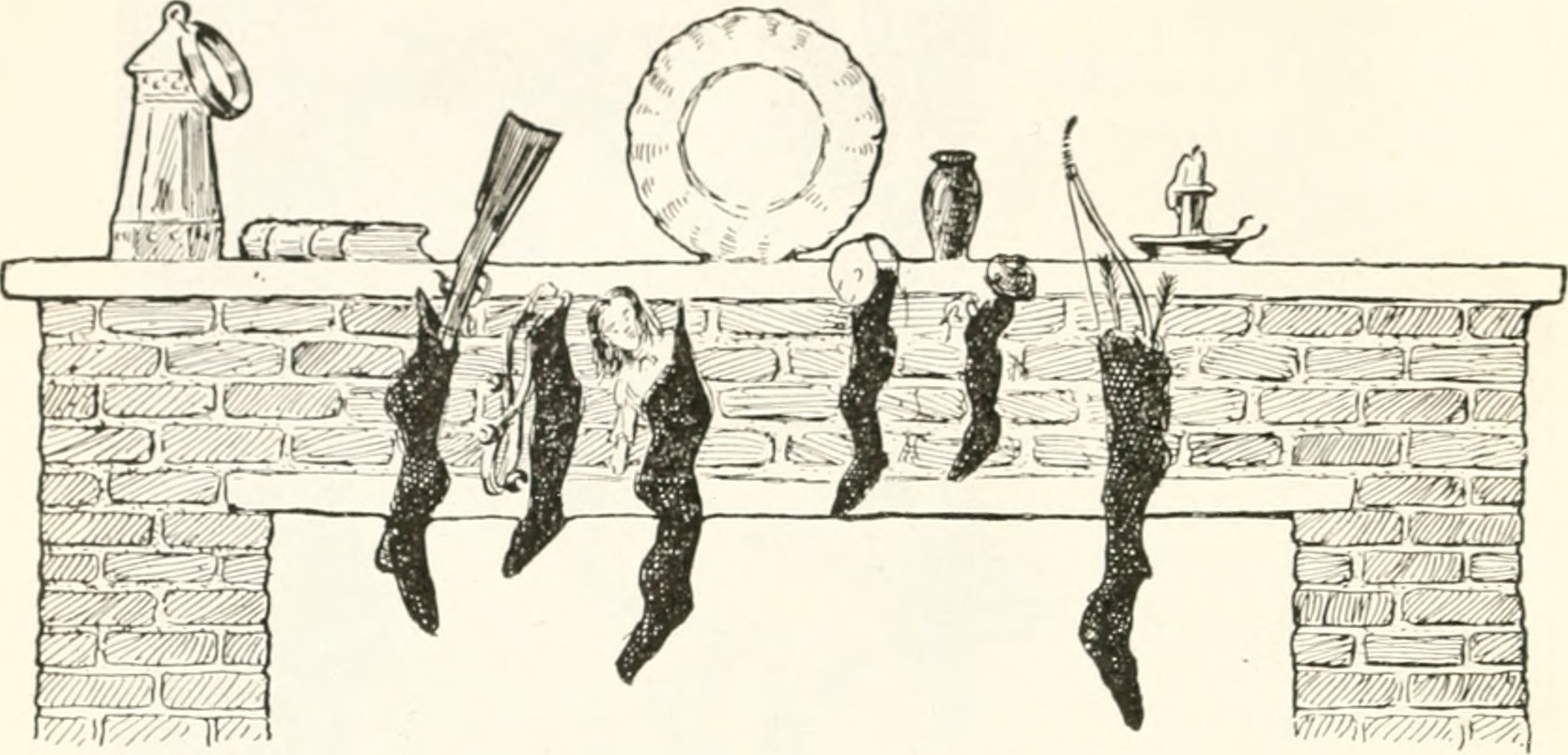
Afbeelding van kerstsokken die aan de schoorsteen zijn opgehangen en gevuld met cadeaus, 1915

### Kerstfiguren

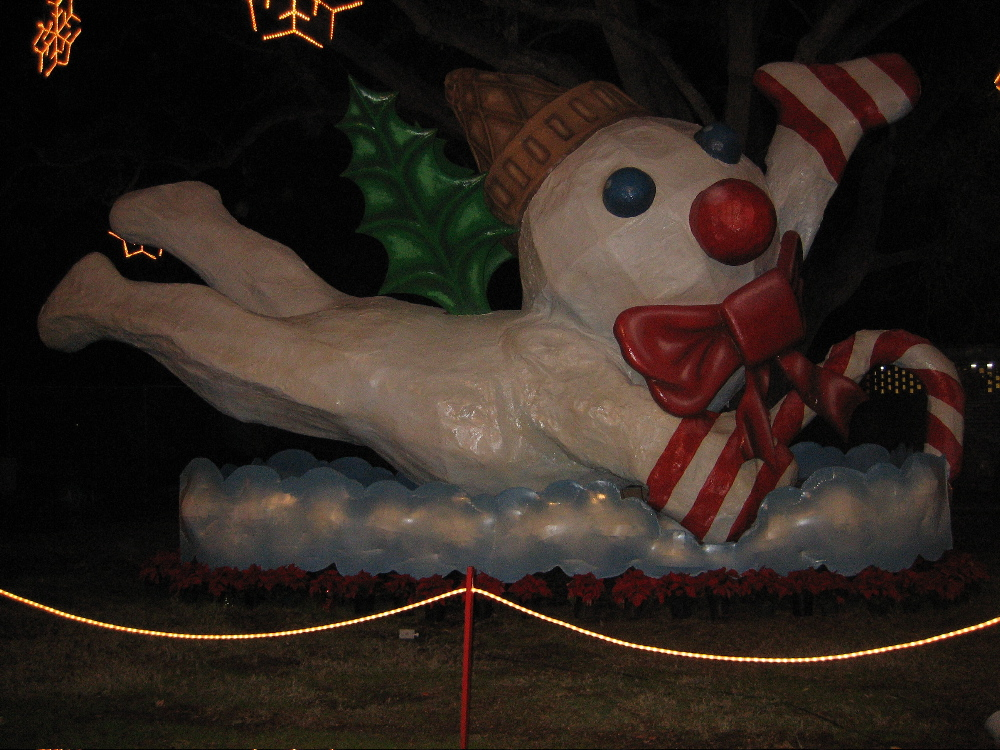
"Mister Bingle", een levende sneeuwman die de Kerstman hielp, ontstond als een personage voor kerstpoppenshows voor kinderen in het plaatselijke warenhuis "Maison Blanche". Maison Blanche ging in de jaren tachtig failliet, maar meneer Bingle overleefde als een populair lokaal kerstpersonage

In de Verendigde Staten komt Santa Claus veel voor. Pancho Claus is een Mexicaanse versie van de Kerstman, die populair is in delen van de Verenigde Staten, met name in Texas. Pancho Claus wordt soms ook wel een 'Tex-Mex' -versie van de Kerstman genoemd. De Pancho Claus-traditie, die voortkomt uit de burgerrechtenbeweging van de Hispanics in de jaren zeventig, omvat een sterk element van liefdadigheid met het geven van geschenken en evenementen die worden georganiseerd ten behoeve van kansarme kinderen.

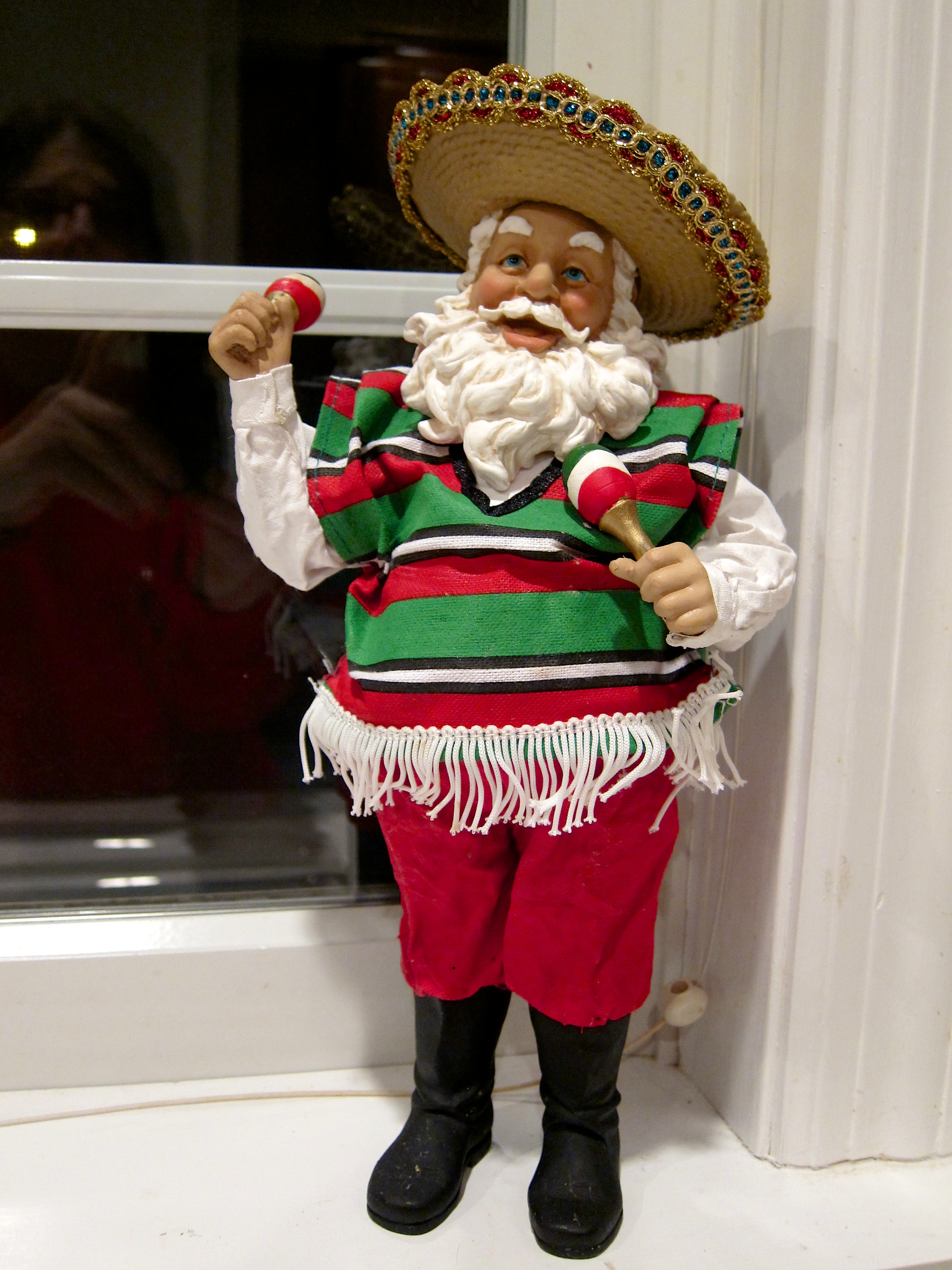
Pancho Claus
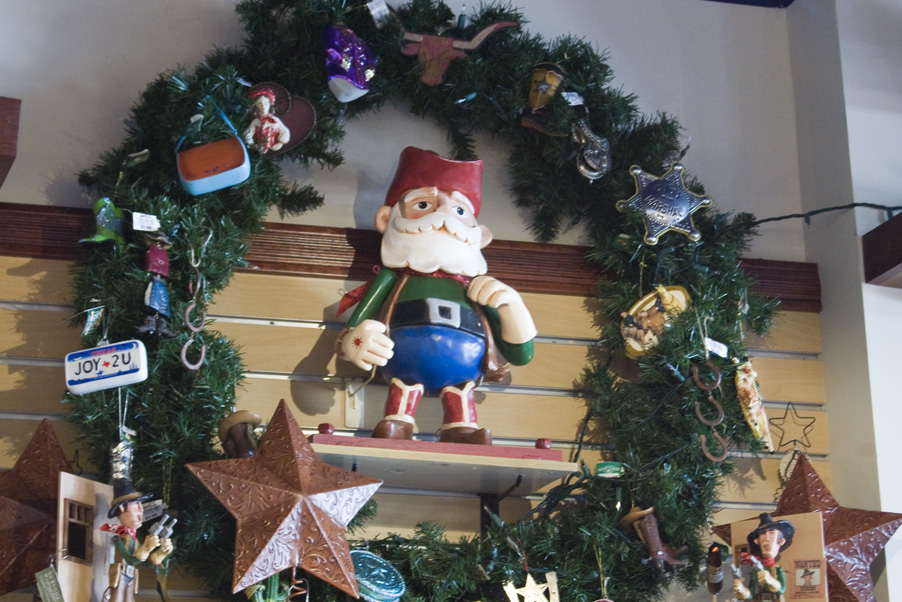
Kerstman in Texas-stijl
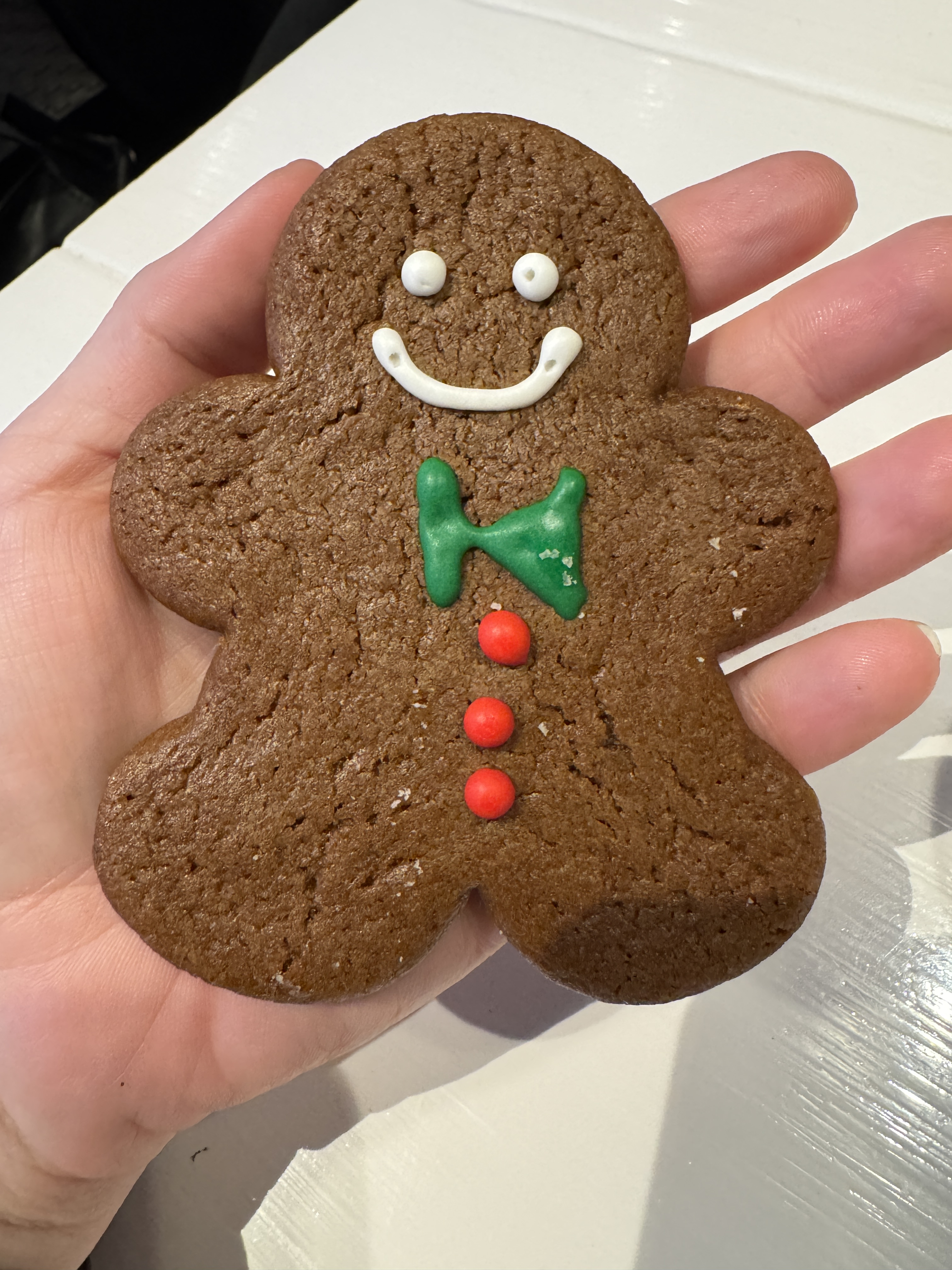
Gingerbread man
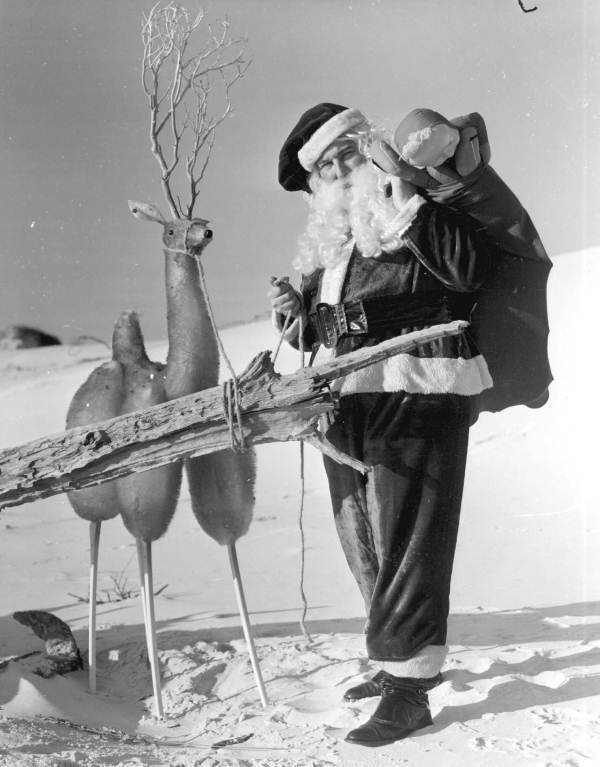
De kerstman op het strand van Panama City Beach in Florida
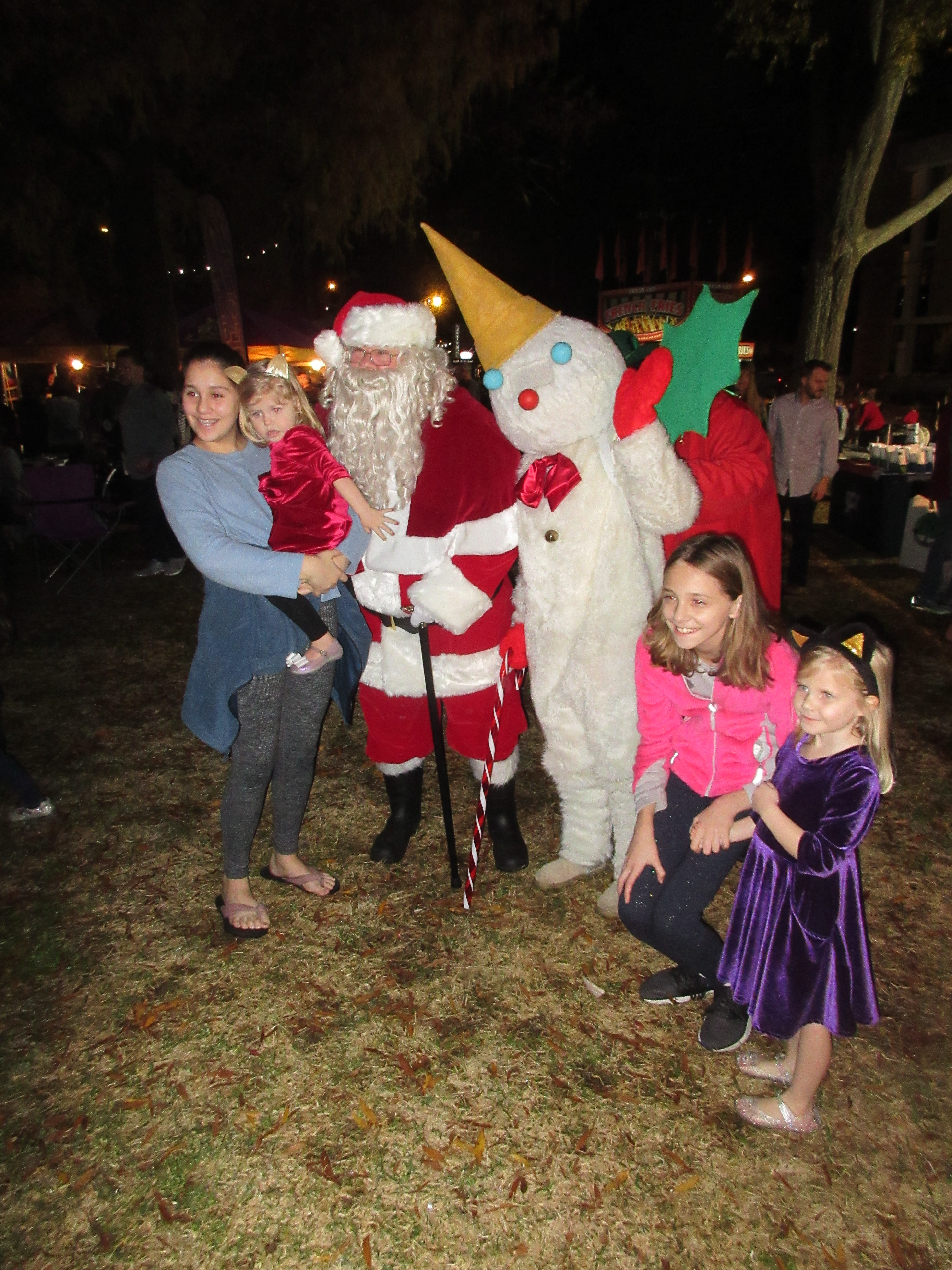
De kerstman en mr. Bingle
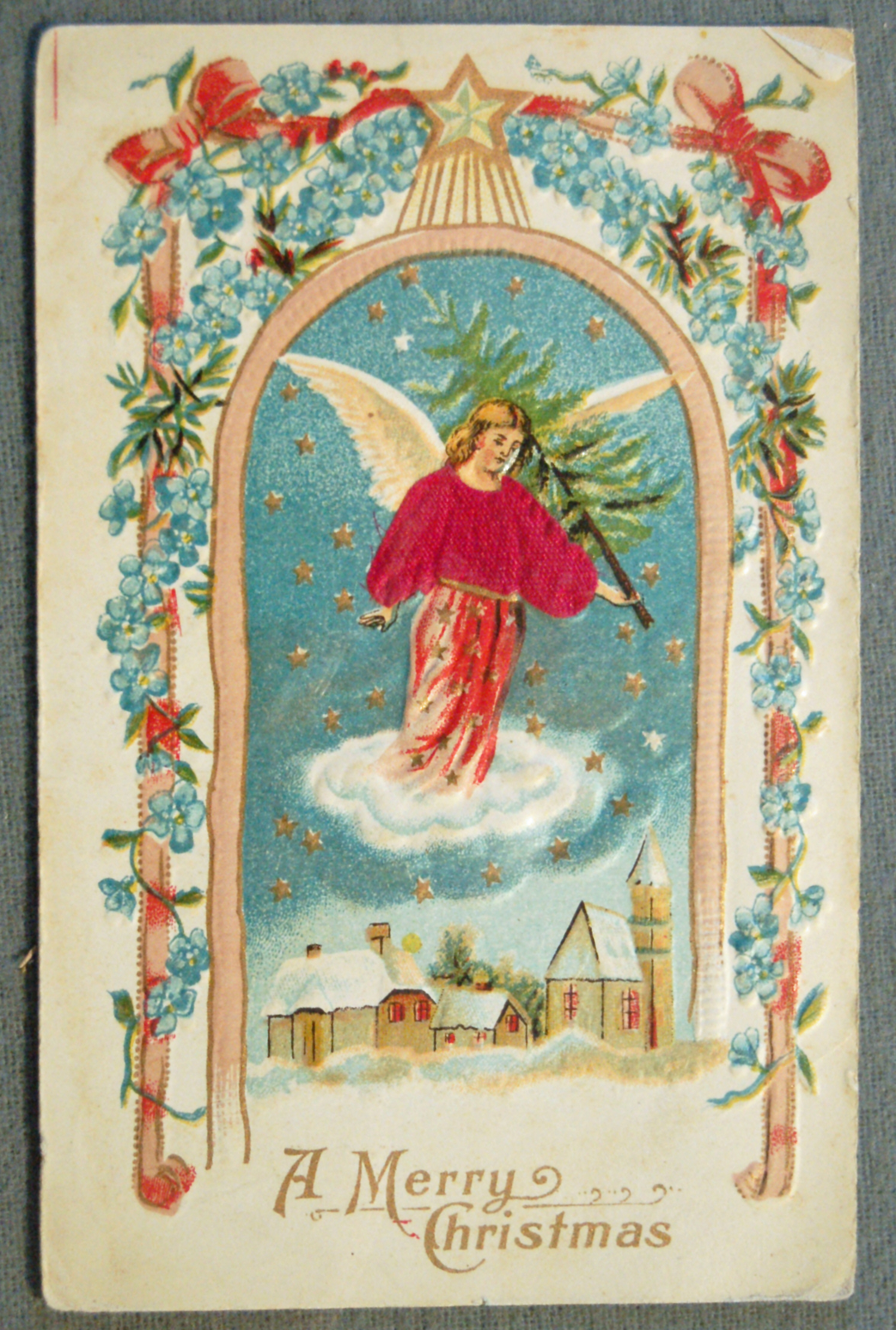
Kerstkaart uit 1900 met een engel
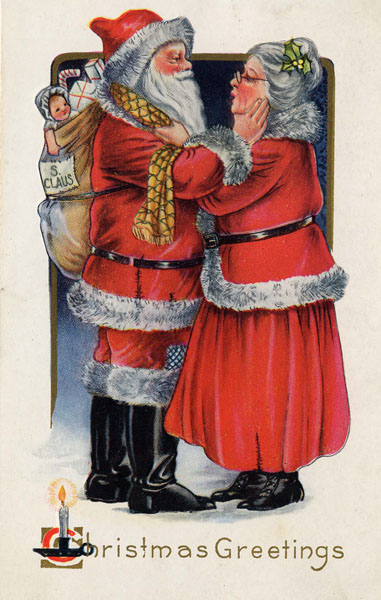
Kerstkaart uit 1919 met Mr & Mrs Santa Claus (de kerstman en zijn vrouw)
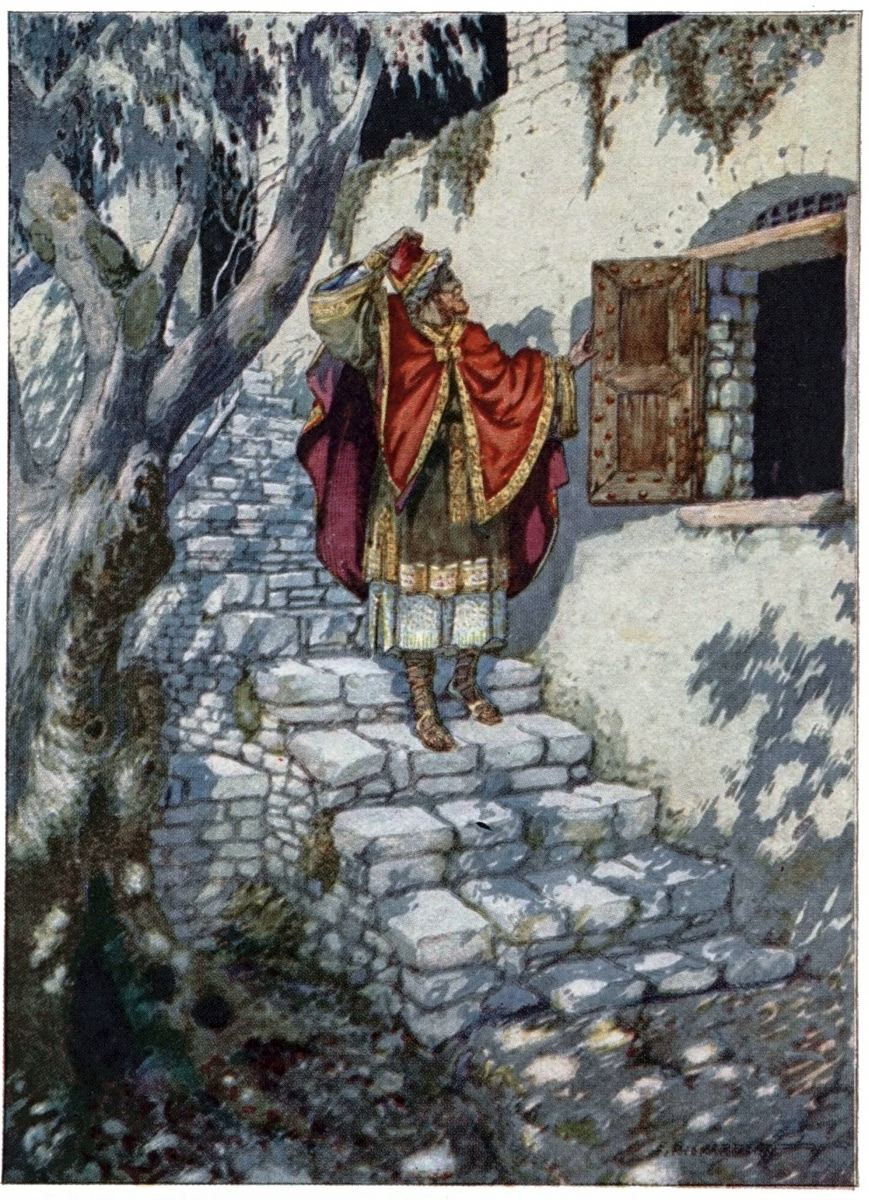
The Legend of St. Nicholas uit Christmas Stories, 1916

### Het Witte Huis en de National Christmas Tree

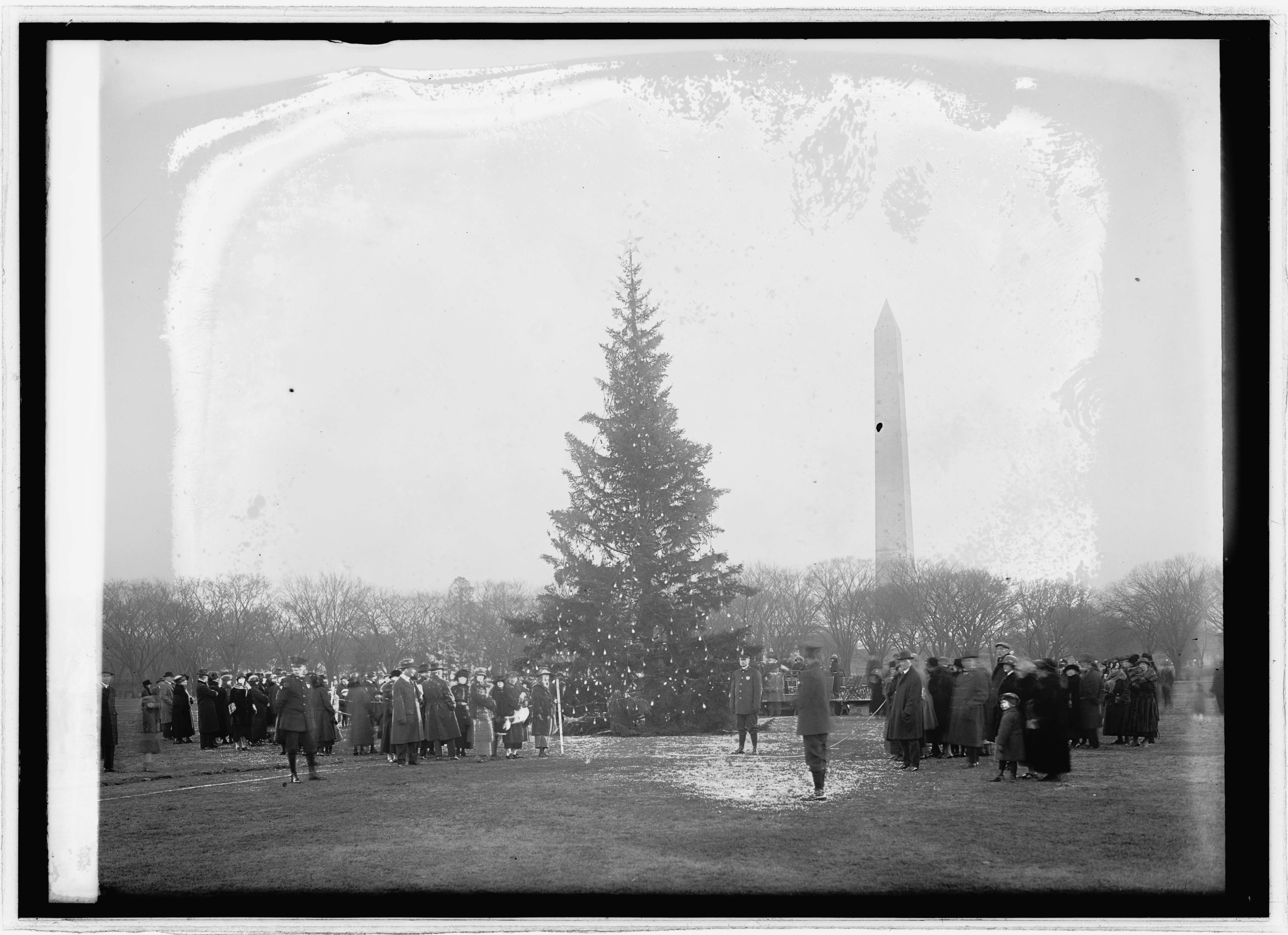
De eerste National Christmas Tree, aangestoken op 24 december 1923, midden in de Ellipse buiten het Witte Huis (Washington D.C.). Op de achtergrond is het Washington Monument te zien.

De National Christmas Tree is een grote, groenblijvende boom in het noordoostelijke kwadrant van de Ellipse, vlak bij het Witte Huis (Washington D.C.). Sinds 1923 wordt de boom elk jaar versierd als kerstboom. Het idee van een versierde, nationale kerstboom in de buitenlucht is afkomstig van Frederick Morris Feiker. Elk jaar, begin december, wordt de boom traditioneel aangestoken door de president en de first lady van de Verenigde Staten. Elke president sinds Franklin D. Roosevelt heeft ook formele toespraken gehouden tijdens de ceremonie van het aansteken van de boom. Sinds 1954 markeert dit evenement het begin van een maandlange festiviteiten die bekend staan als de Pageant of Peace. 

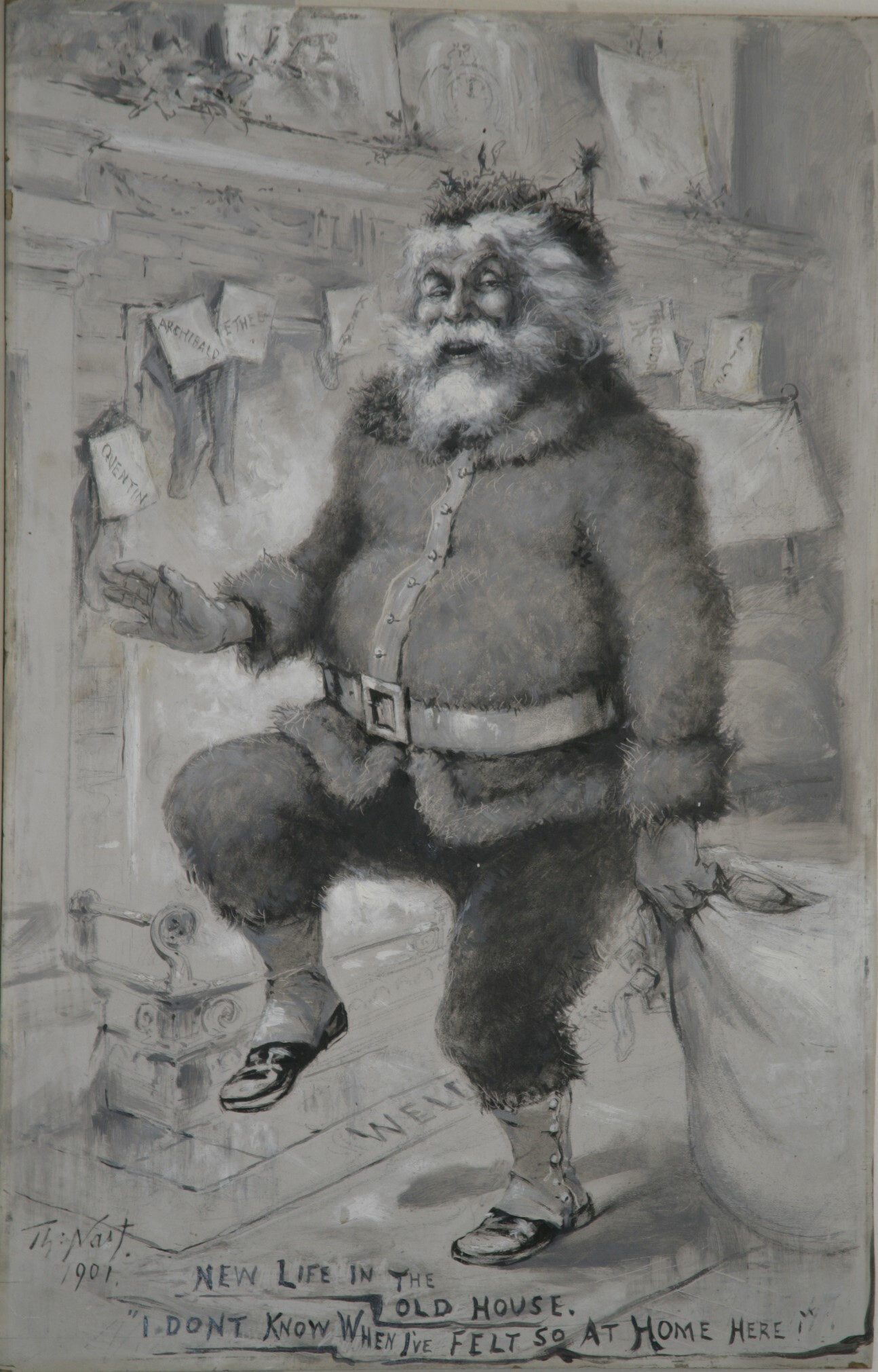
Cartoon van Kerstmis in het Witte Huis in 1901. Het toont de Kerstman die cadeautjes in de kousen van de Roosevelt-kinderen plaatst. De cartoon vierde de opwinding van het Amerikaanse publiek over de terugkeer van een jong gezin naar het Witte Huis.
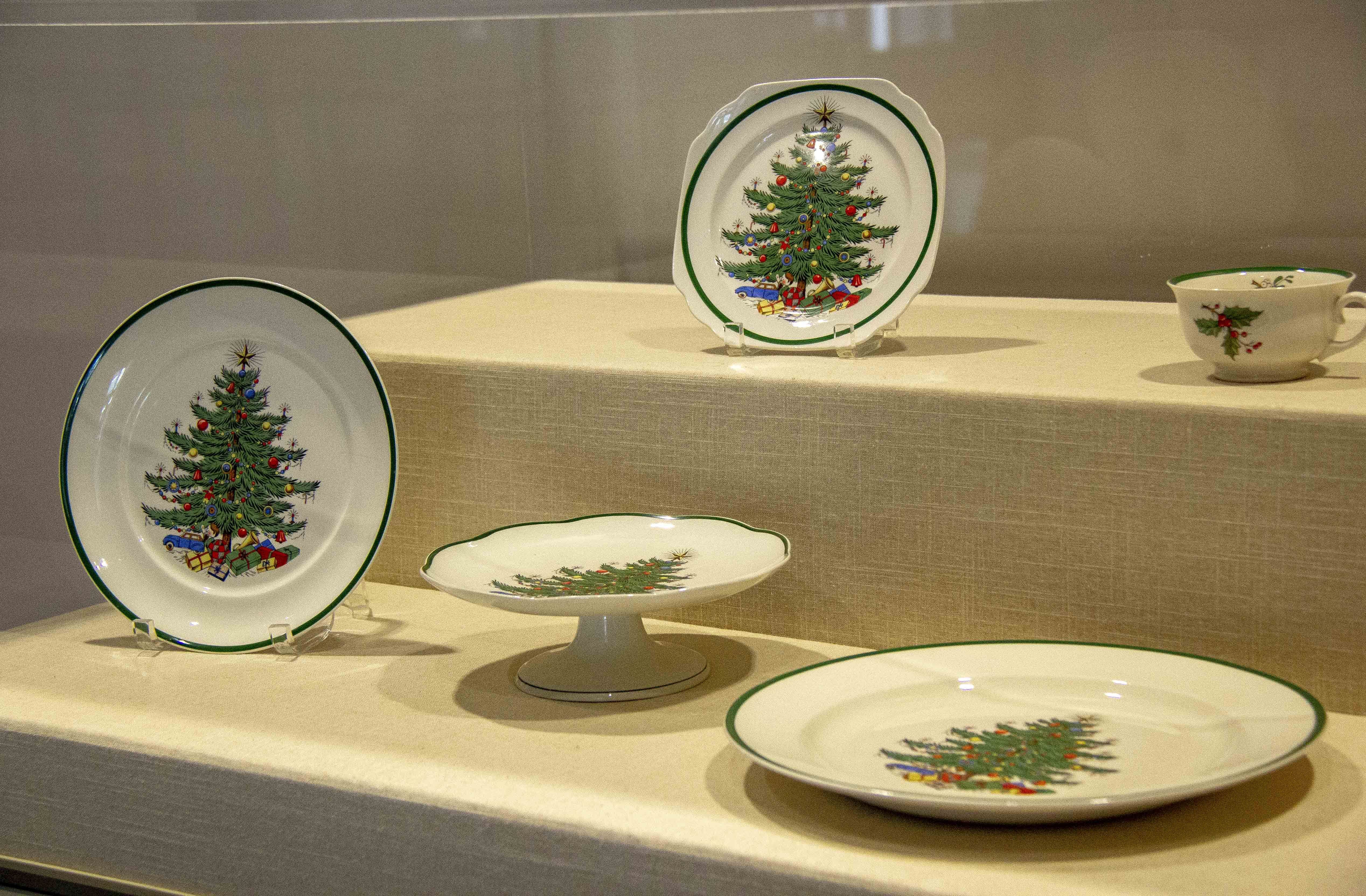
Het favoriete kerstservies van Mamie Eisenhower; de first lady van de Verenigde Staten tussen 1953 en 1961
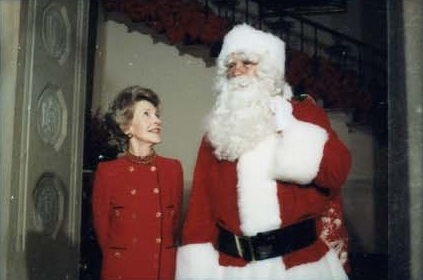
John Riggins (als Santa) en Nancy Reagan onthullen de kerstversiering op het Witte Huis (Washington D.C.), 10 december 1984
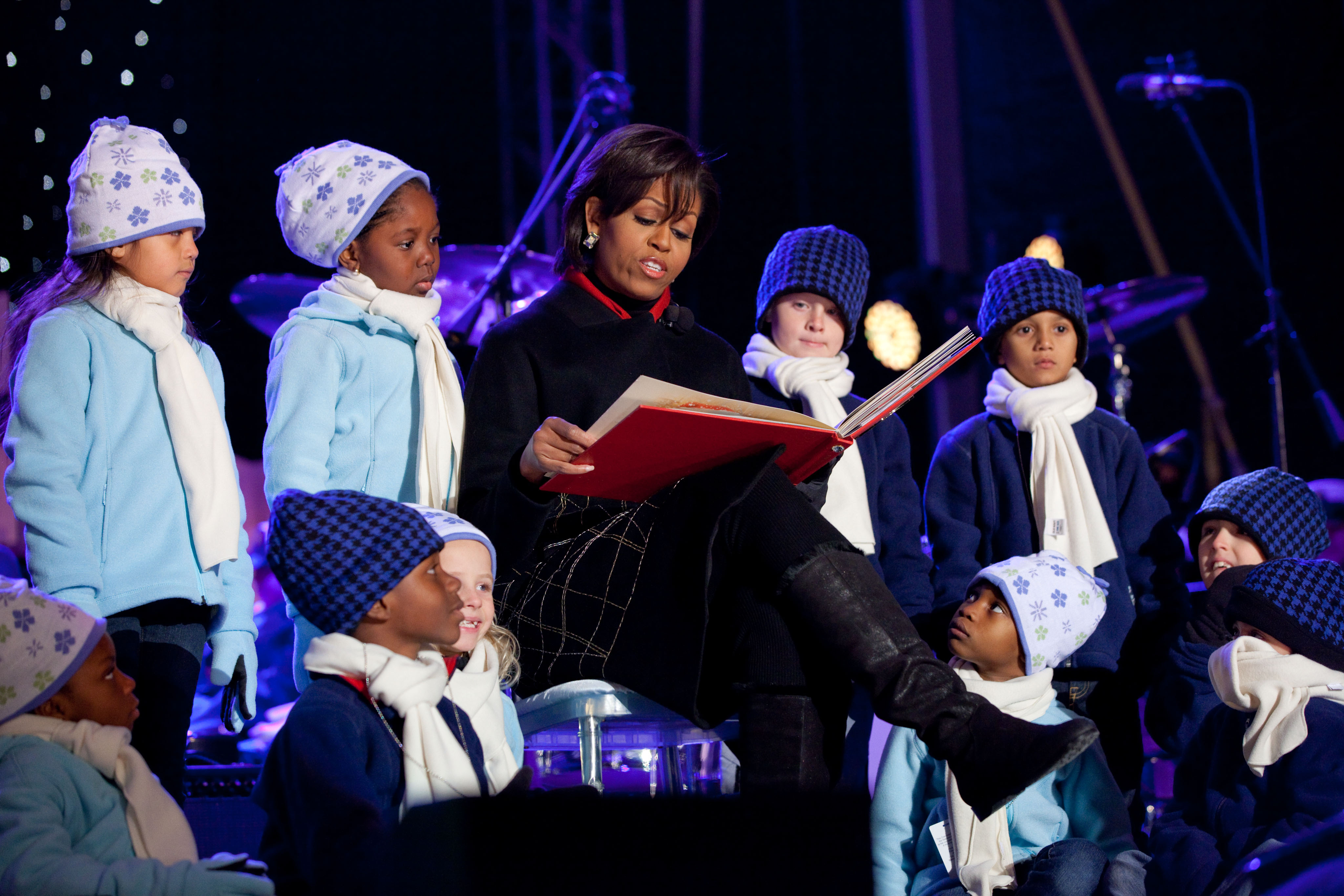
Michelle Obama leest A Visit from St. Nicholas bij de National Christmas Tree Lighting Ceremony op de Ellipse in Washington
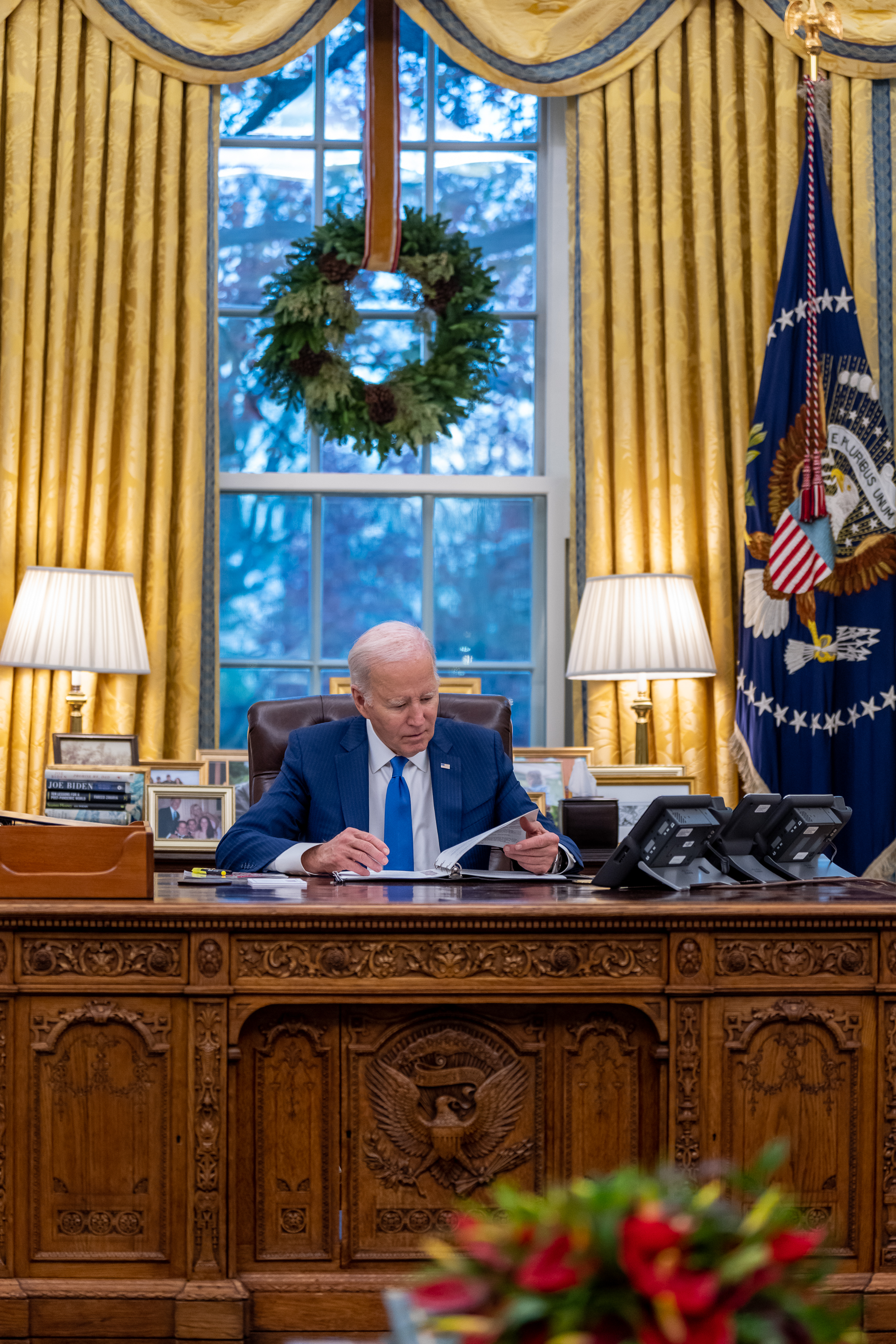
Joe Biden leest zijn toespraak voor de National Christmas Tree Lighting Ceremony, hij heeft een kerstkrans in de Oval Office, 30 november 2023
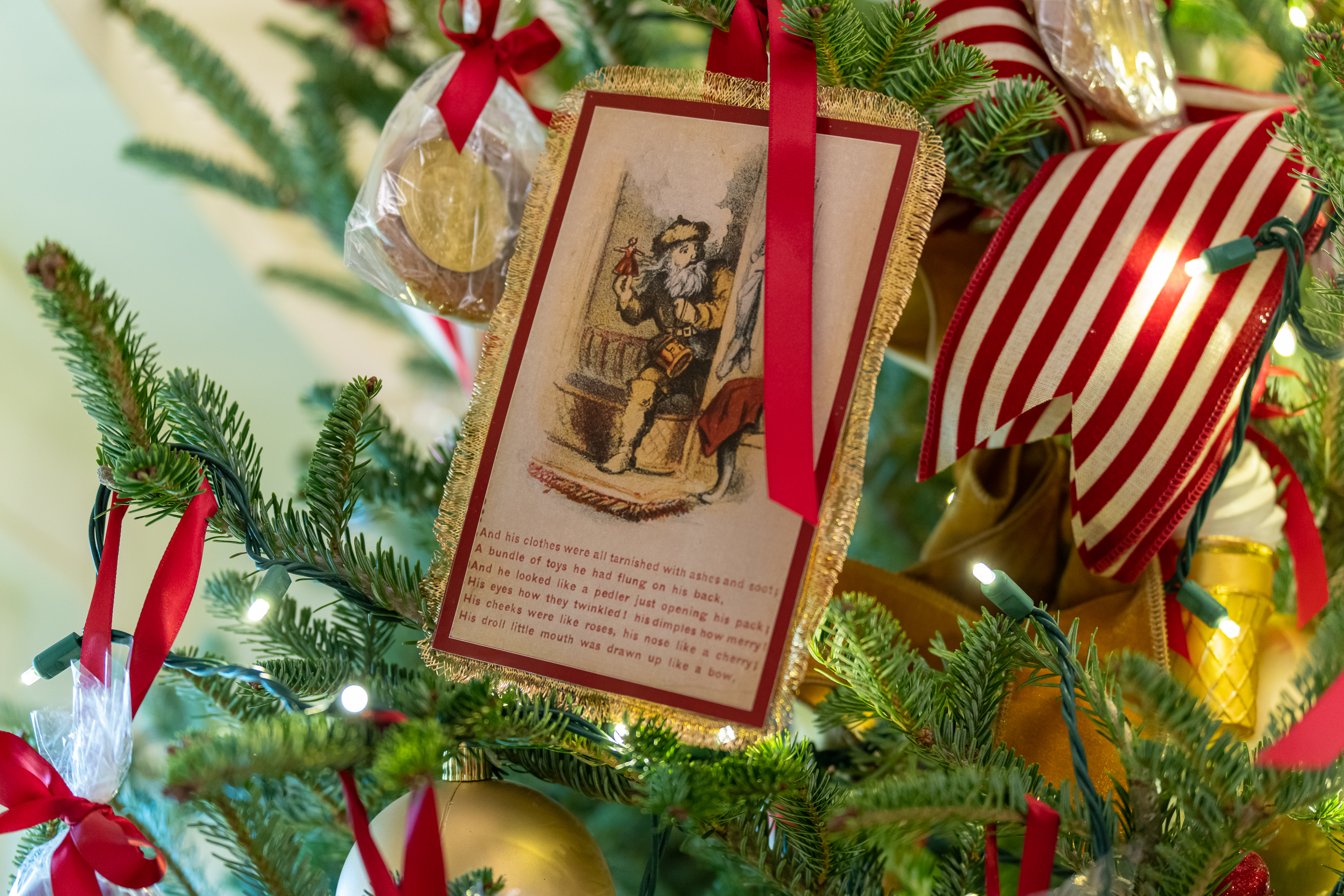
Pagina's uit vintage edities van "Twas the Night Before Christmas" versieren de kerstboom in de Oval Office, 2023

### Warenhuizen en andere bedrijven

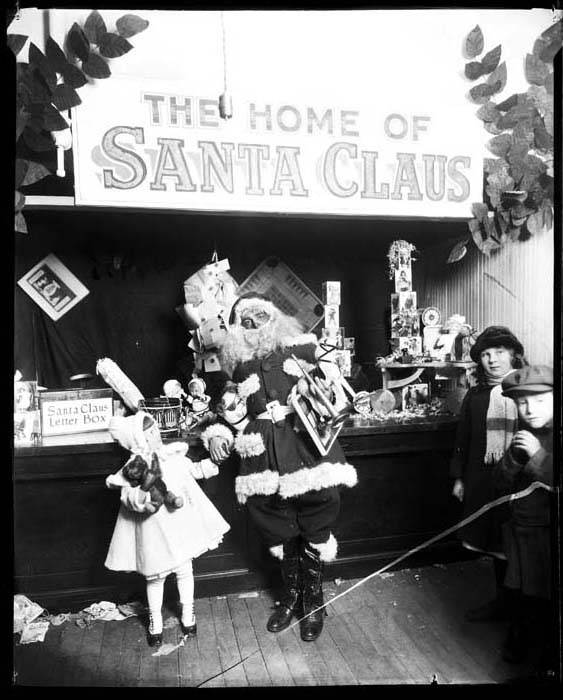
Met Kerstmis bezochten veel kinderen uit Seattle The Bon Marche en andere warenhuizen om tijd door te brengen met de Kerstman. Op deze foto uit 1918 poseren twee jongens en een meisje met de Kerstman in The Bon Marche.

James Edgar (1843 – 1909) was een zakenman die wordt gezien als degene die als eerste op het idee kwam om zich voor Kerstmis te verkleden als de Kerstman. Hij begon de traditie in 1890 in zijn warenhuis in Brockton, Massachusetts. Binnen enkele dagen kwamen kinderen van zo ver als Boston en Providence met de trein om Edgar te zien. Aanvankelijk hing hij rond in zijn warenhuis, maar in de loop der jaren stond hij erom bekend dat hij door de straten van Brockton liep. Hoewel hij bekendstaat om zijn verkleedpartijen als de Kerstman, stond hij ook bekend om het delen van zijn geluk. Hij hielp ook bij het betalen van de medische zorg voor kinderen en bood ook banen aan jongeren in nood. Veel warenhuizen schakelden daarna mensen in die verkleed gingen als kerstman, wat veel extra klanten trok. 
Warenhuizen organiseren ook kerstparade's, zoals Macy's Thanksgiving Day Parade. De Hollywood Christmas Parade (voorheen de Hollywood Santa Parade en Santa Claus Lane Parade ) is een jaarlijkse parade die wordt gehouden op de zondag na Thanksgiving in Hollywood. De parade volgt een route van 5,6 km langs Hollywood Boulevard en vervolgens weer terug langs Sunset Boulevard, met verschillende beroemdheden. Traditioneel gezien verschijnt de Kerstman aan het einde. Er worden in de Verendigde Staten ontzettend veel parade's georganiseerd tussen Thanksgiving Day en begin januari, die samenvallen met de kerst- en feestdagenperiode.
De kerstboom bij Rockefeller Center in New York, die doorgaans een hoogte heeft van 22 tot 28 meter, wordt versierd met tienduizenden lichtjes. De ceremonie van het ontsteken van de lichtjes vindt plaats tijdens een twee uur durende show op de woensdag na Thanksgiving en wordt live op televisie uitgezonden.

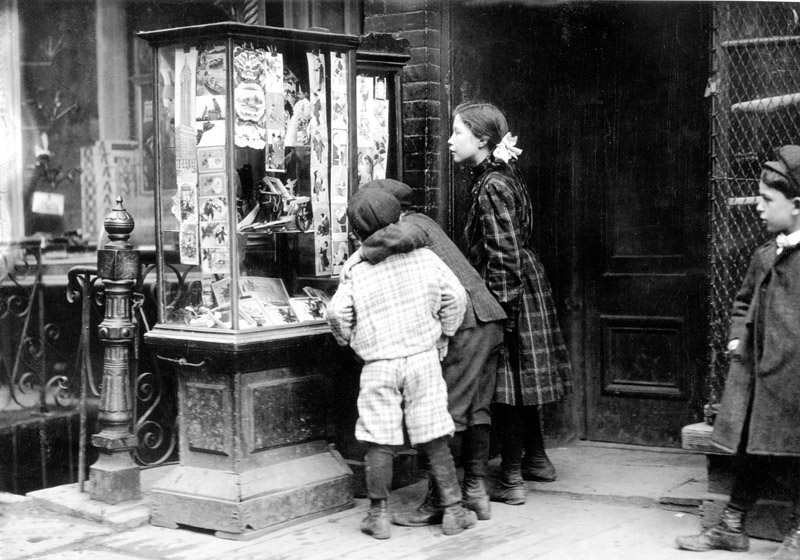
Christmas Shopping: kinderen kijken naar kerstkaarten in een etalage in New York, 1910
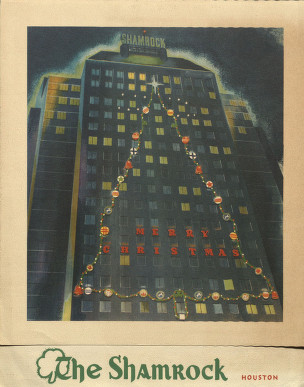
The Shamrock in Houston is feestelijk versierd tijdens kerst, 1950
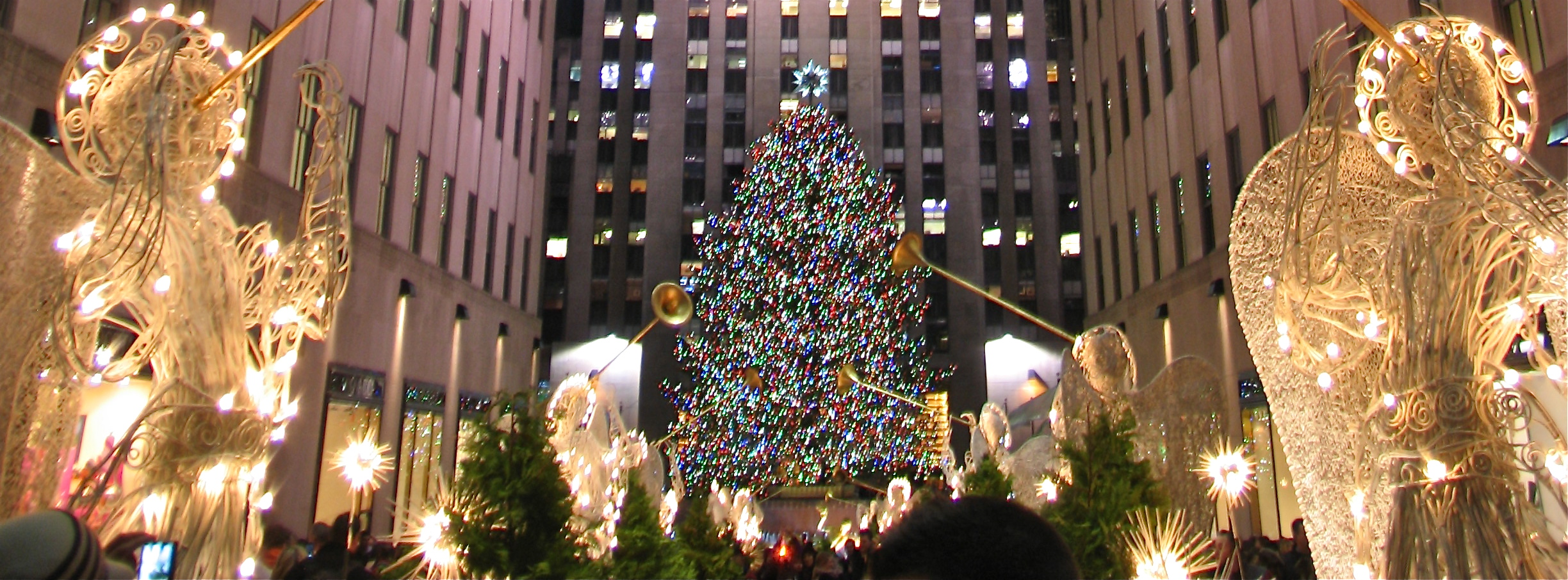
Kerstboom en kerstversiering voor Rockefeller Center
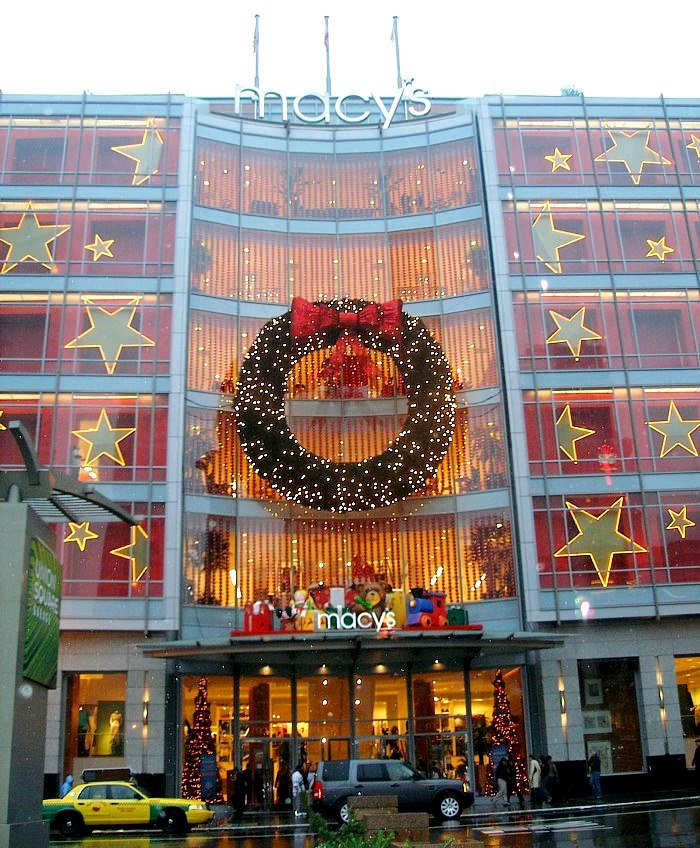
Een enorme kerstkrans aan de gevel van Macy's
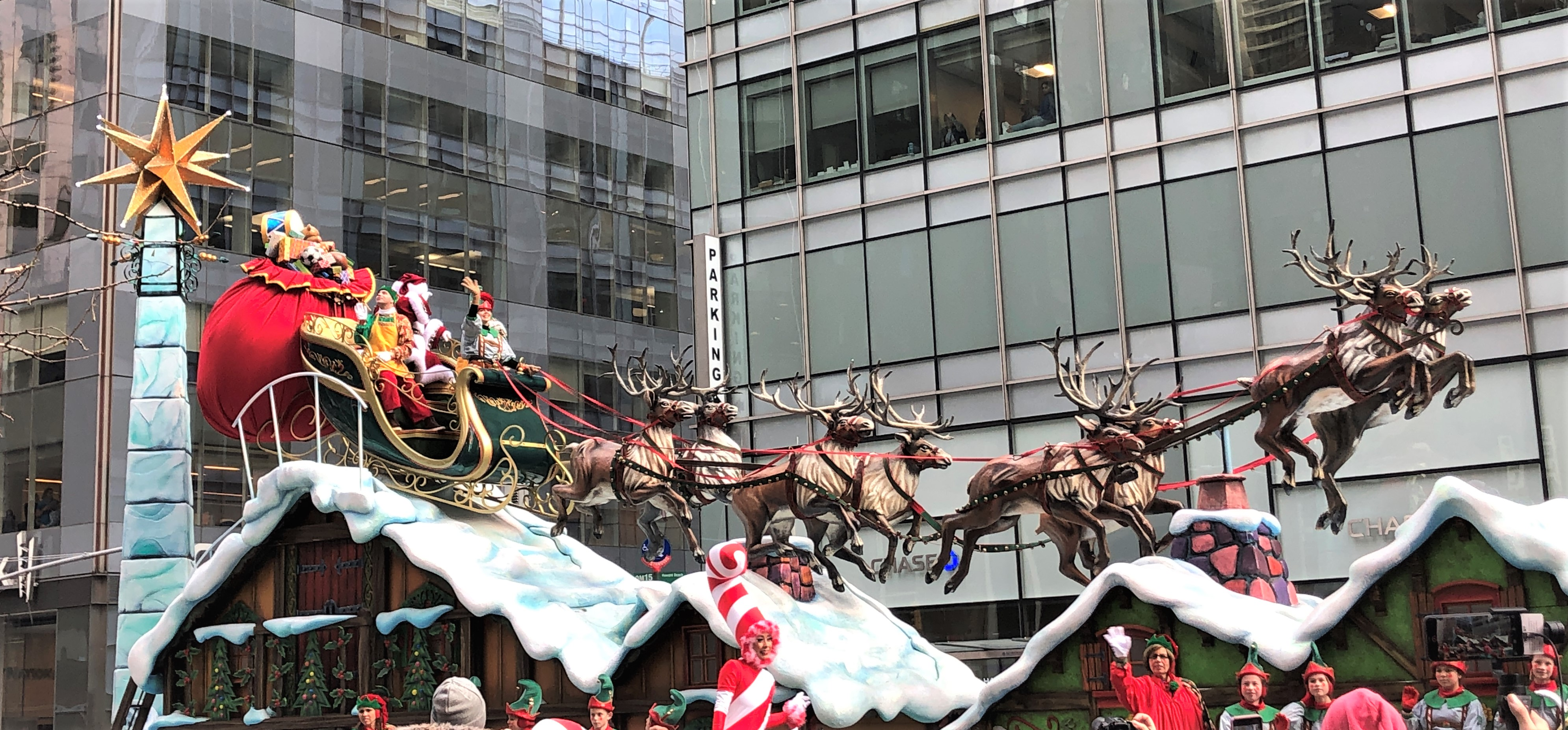
De kerstman en zijn rendieren op Macy's Thanksgiving Day Parade, 2019
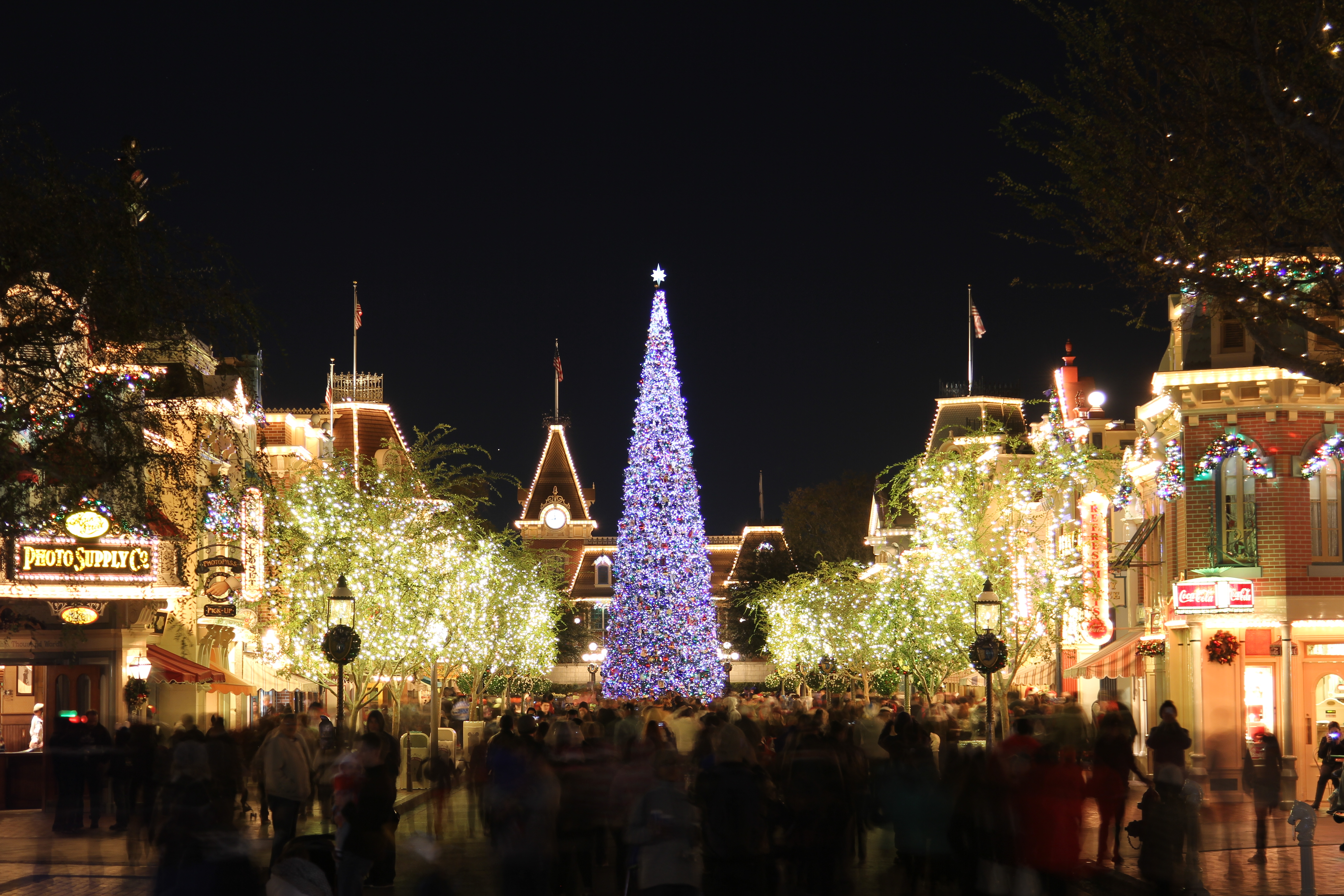
Kerstversiering in Main Street USA in Disneyland
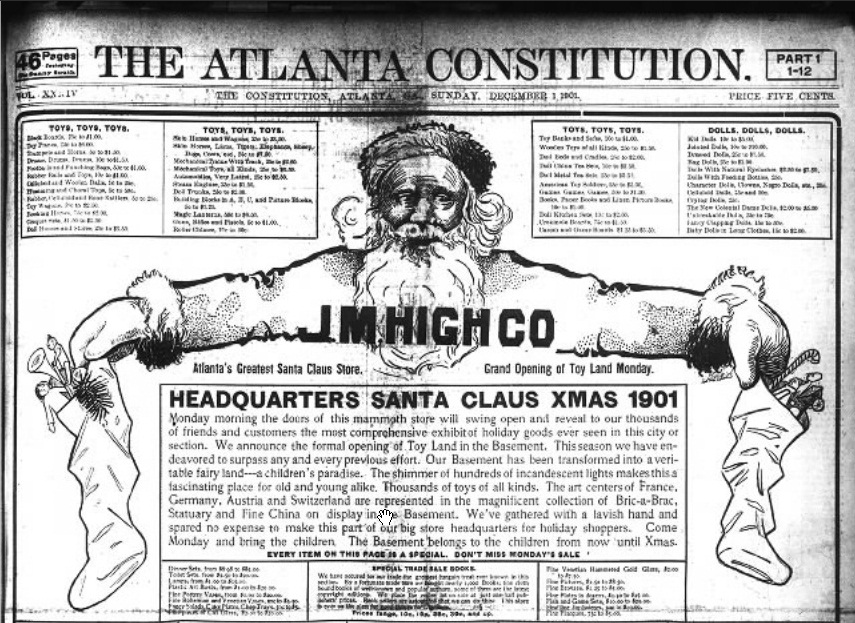
Reclame voor het warenhuis Chamberlain dept. store and High dept. store, 1 december 1901
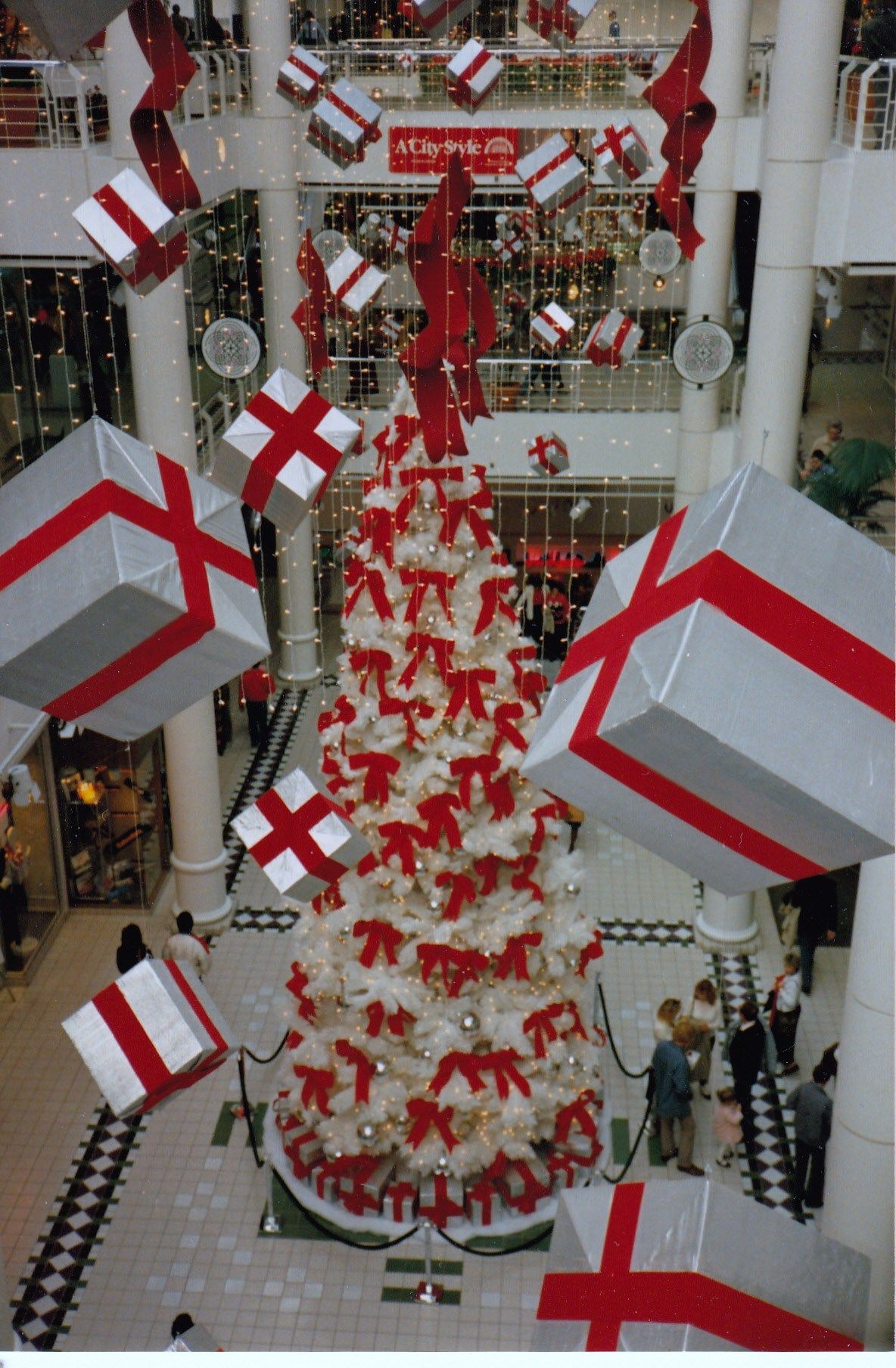
Kerstboom in een warenhuis, 1987 in Saint Louis (Missouri)

### Lokale gebruiken

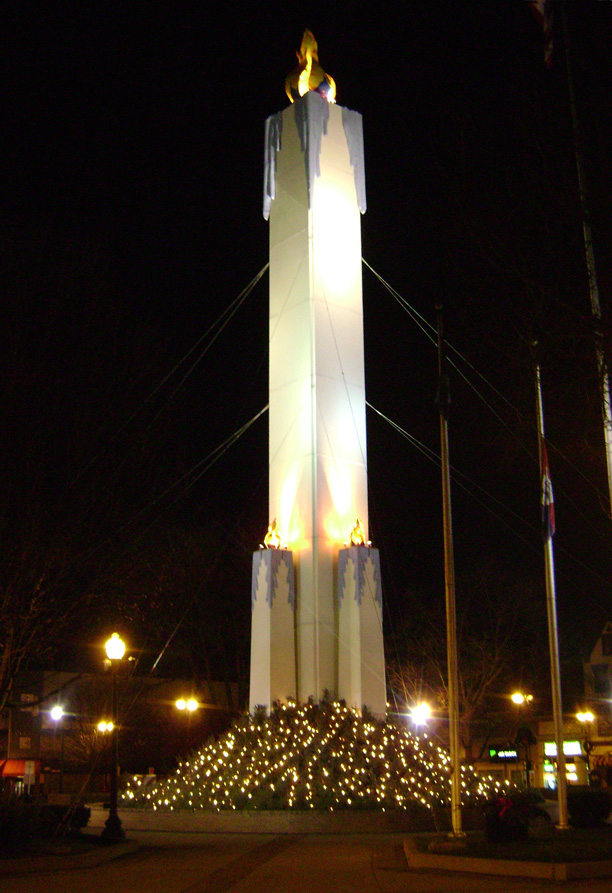
Easton Peace Candle

Toys for Tots is een programma dat wordt gerund door de United States Marine Corps Reserve dat speelgoed distribueert aan kinderen van wie de ouders het zich niet kunnen veroorloven om cadeaus voor Kerstmis te kopen. Het werd in 1947 opgericht door reservist Major Bill Hendricks.
Christmas Tree Lane is een 1,1 km lange boulevard van deodar cederbomen in Altadena, Californië. De bomen op de Lane, Santa Rosa Avenue, worden sinds 1920 jaarlijks verlicht. De vereniging die het beheert, beweert dat het "de oudste grootschalige kerstversiering ter wereld in de buitenlucht" is. Christmas Tree Lane werd in 1990 opgenomen in het Amerikaanse National Register of Historic Places.
De Peace Candle is een torenachtige structuur die elk kerstseizoen in Easton, Pennsylvania wordt opgericht. De ongeveer 32 meter hoge structuur, die lijkt op een gigantische kaars, wordt elk jaar gemonteerd boven het Soldiers' & Sailors' Monument, een burgeroorlogsmonument op het Centre Square van de stad. Het wordt doorgaans half november gemonteerd en aangestoken tijdens het Thanksgiving-weekend en begin februari van elk jaar weer gedemonteerd. 
De Santa Speedo Run is een hardloopwedstrijd in Chicago waar deelnemers gekleed gaan in niets meer dan kerstmutsen, speedo's en bikini's.
A Christmas Carol is een Broadway-musical geschreven door Disney-componist Alan Menken met liedteksten van Lynn Ahrens. De musical is gebaseerd op het gelijknamige verhaal van Charles Dickens uit het jaar 1843. De musical ging in première op 1 december 1994 in het Madison Square] Garden Theatre en speelde tot 1 januari 1995 waarin de show 71 keer werd opgevoerd. Tot 2003 werd deze iedere kersttijd opgevoerd en was een vaste stopplaats tijdens het Christmas Shopping in New York. Deze musical kreeg een filmadaptatie in 2004, met Kelsey Grammer als Ebenezer Scrooge.

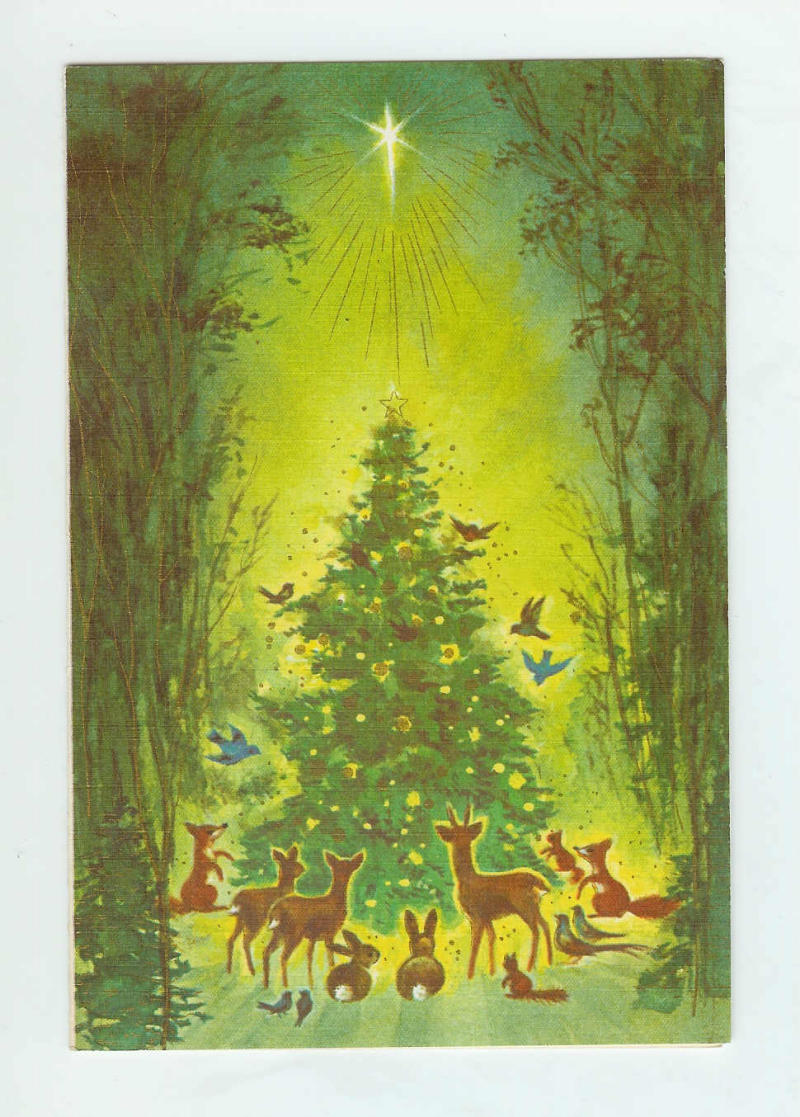
Amerikaanse kerstkaart met kerstster en kerstboom, ca. 1950
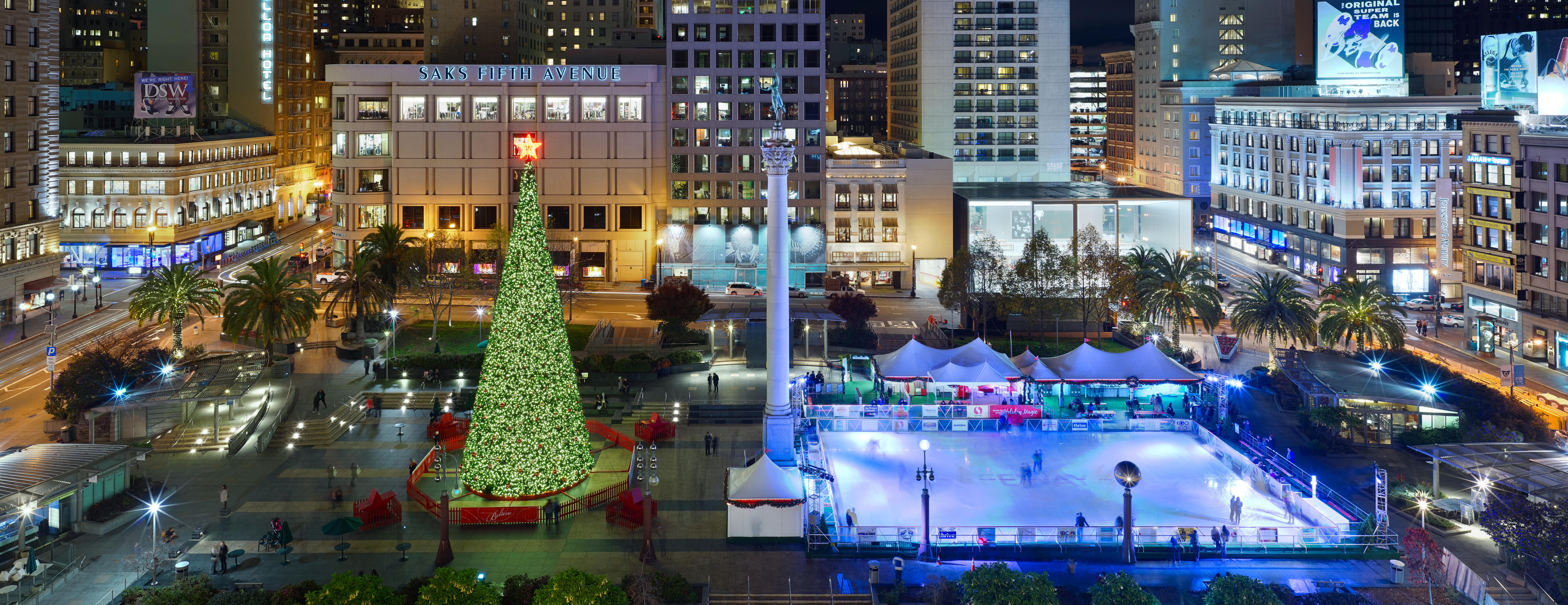
Union Square in San Francisco, met een kerstboom en een schaatsbaan
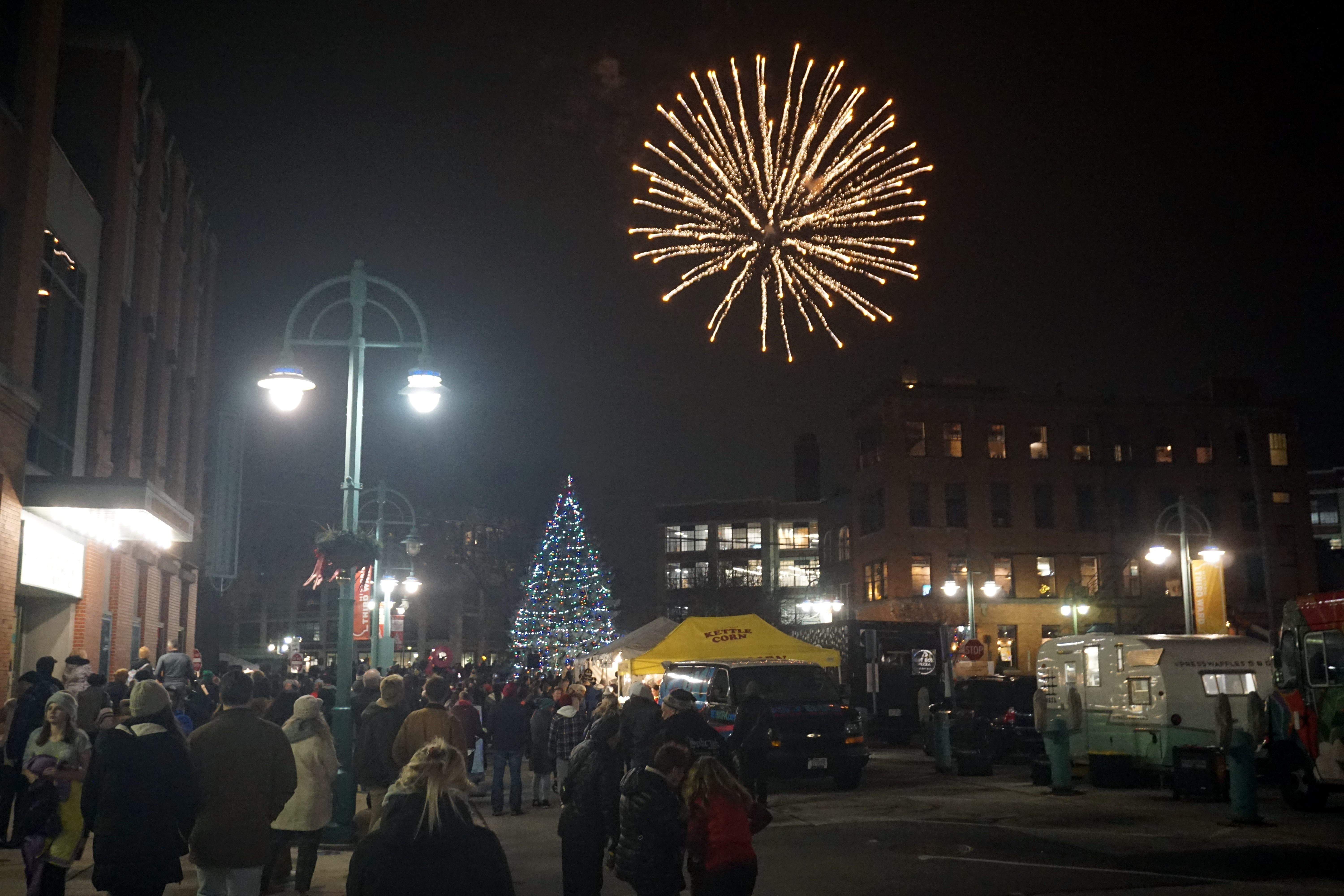
Vuurwerk tijdens de Christmas in the Ward viering in Milwaukee, 2022
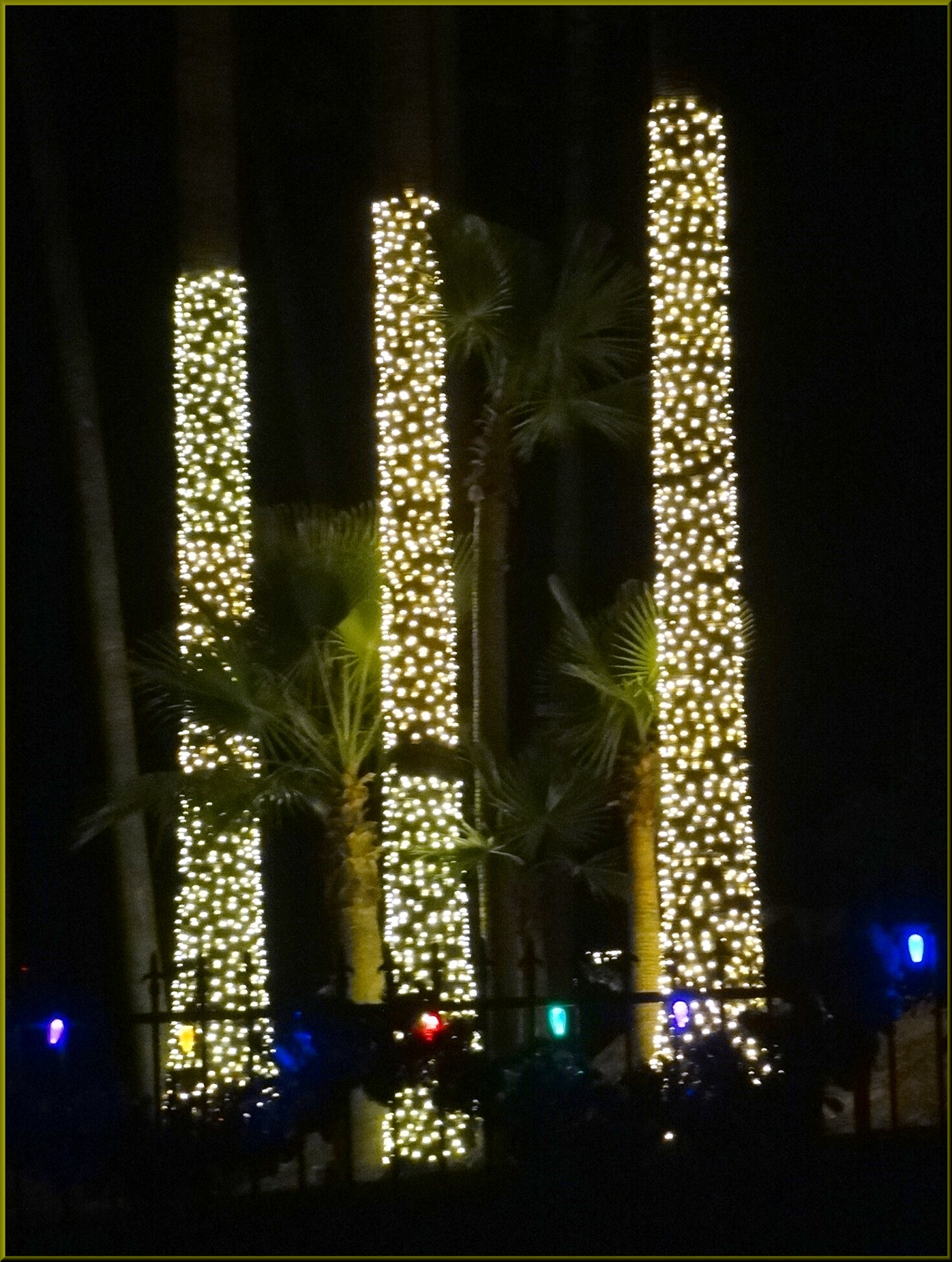
Palmbomen voorzien van kerstverlichting in Californië
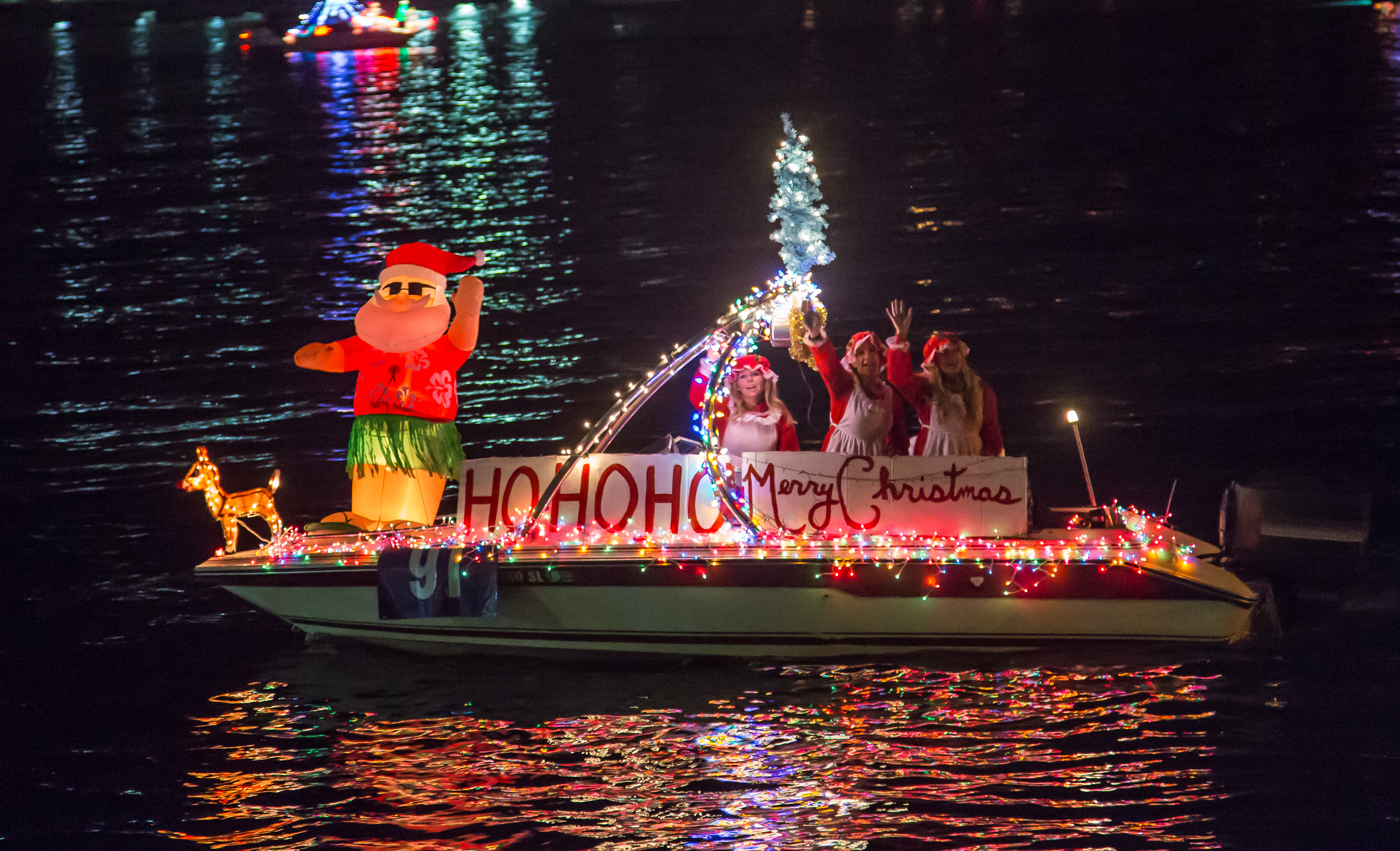
San Diego Bay Parade of Lights, 2014

### Kerstfilms

US Navy Sailors kijken de kerstfilm Elf, 17 december 2006

In de Verenigde Staten worden elk jaar diverse kerstfilms uitgebracht. Het gaat in veel gevallen om bewerkingen van bekende kerstverhalen of films die zich rondom de kerstperiode afspelen, maar ook andere films komen voor. Home Alone, uit 2000, is nog steeds een populaire kerstfilm wereldwijd. Er worden regelmatig films geproduceerd die draaien om het kerstverhaal, zoals The Nativity Story (2006), The Star (2017) en A Charlie Brown Christmas (1965). 
The Bishop's Wife (ook bekend als Cary and the Bishop's Wife) is een Amerikaanse romantische fantasy-komedie uit 1947, geregisseerd door Henry Koster, met in de hoofdrollen Cary Grant, Loretta Young en David Niven. Het verhaal gaat over een engel die een bisschop helpt met zijn problemen. Bisschop Henry Brougham, die moeite heeft met het financieren van de bouw van een nieuwe kathedraal, bidt om goddelijke leiding en komt zo in contact met de hoffelijke engel genaamd Dudley. A Bit o' Heaven is een Amerikaanse dramafilm uit 1917, geregisseerd door Lule Warrenton. De film was gebaseerd op de roman The Birds' Christmas Carol uit 1888 van schrijfster Kate Douglas Wiggin.
Andere films die vaak rond de kerstperiode werden (en worden) vertoond, zijn Singin' in the Rain, Some Like It Hot, Those Magnificent Men in their Flying Machines, Casablanca, The Golden Compass, Great Expectations, Annie, Grease, The Adventures of Robin Hood, Star Wars, Transformers, The Simpsons Movie, Cinderella, Maleficent (film), Into the Woods, Oz the Great and Powerful, Spider Man-trilogie , Paddington, Around the World in Eighty Days, Chitty Chitty Bang Bang, E.T. the Extra-Terrestrial, Sherlock Holmes-films, Fiddler on the Roof, My Fair Lady, Mary Poppins, Enchanted, Bridesmaids, Oliver!, Crocodile Dundee, King Kong, The Railway Children, The Sound of Music, de Jurassic Park films en Willy Wonka & the Chocolate Factory.
- A Christmas Carol, 1910

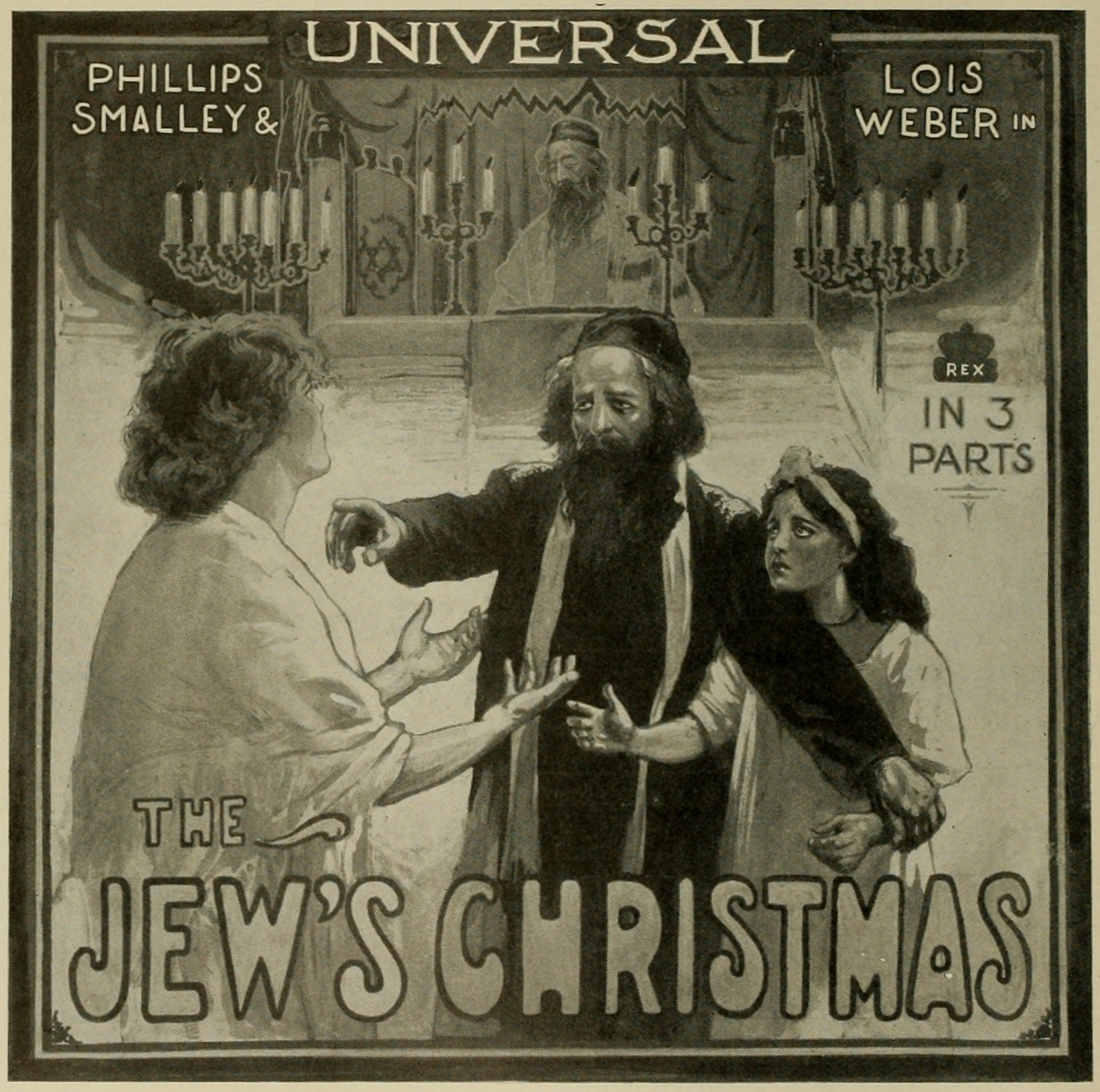
Filmposter van The Jew's Christmas, 1913
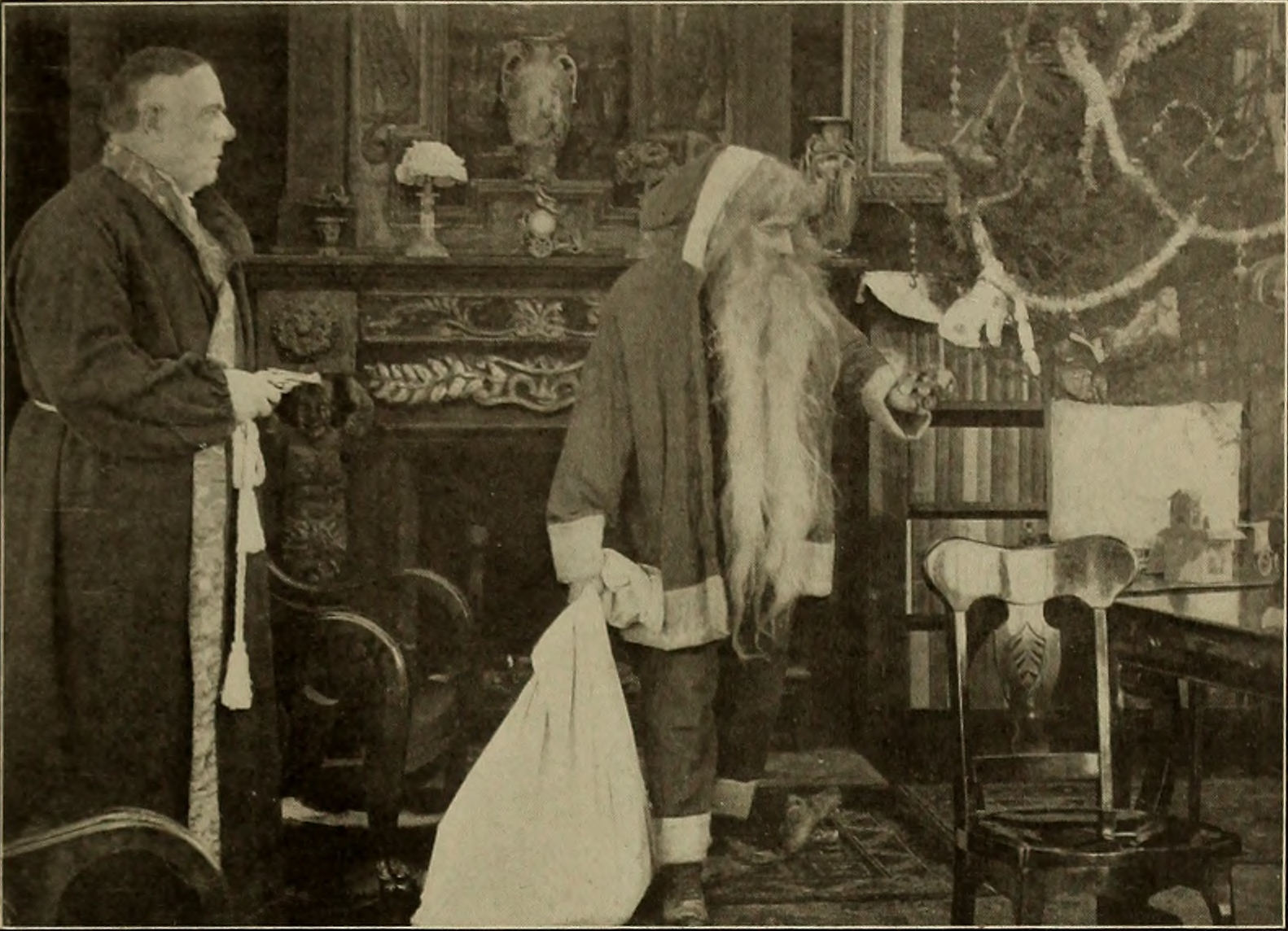
De 'kerstman' wordt bij een inbraak gepakt in A Counterfeit Santa Claus, 1912
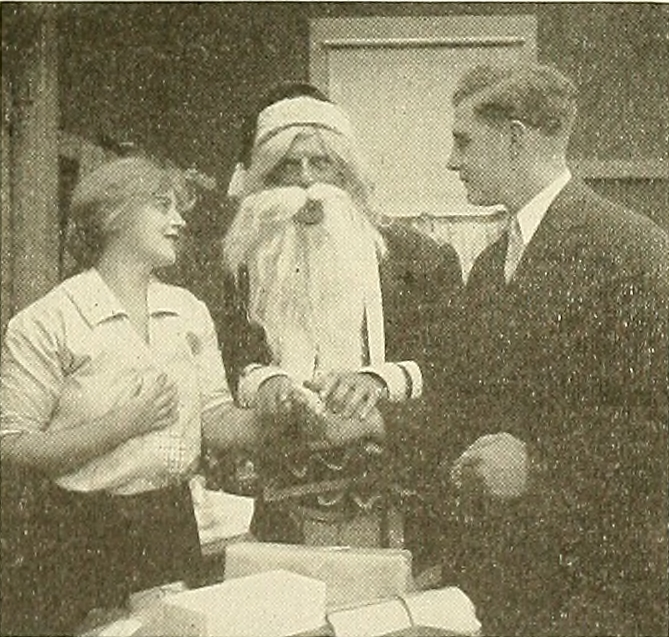
A Christmas Revenge, 1915
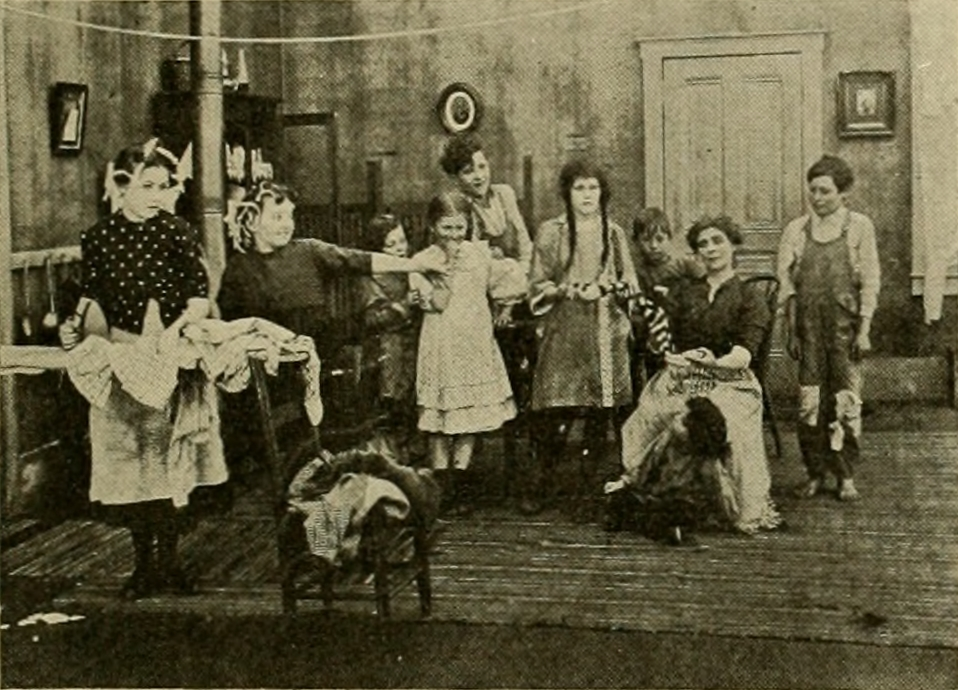
Mrs. Ruggles en haar 9 kinderen in A Bit o' Heaven, 1917
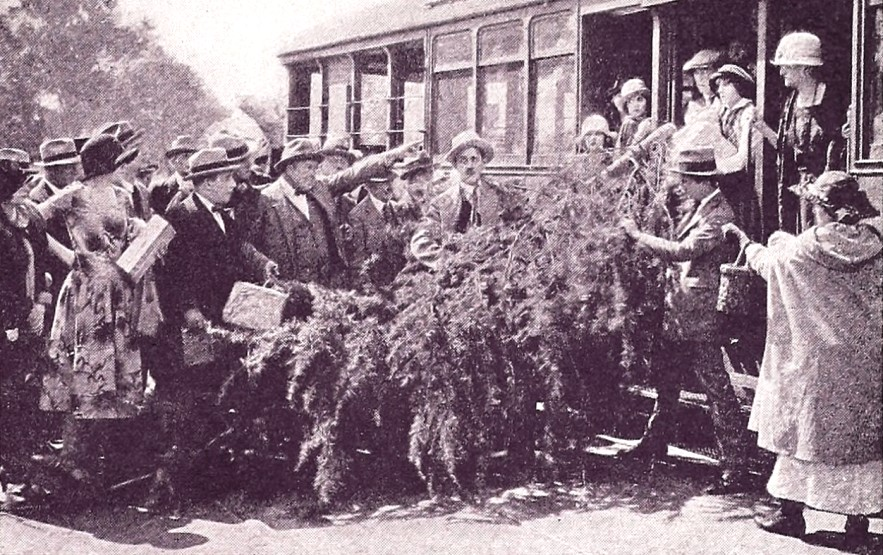
The Royal Razz, 1924
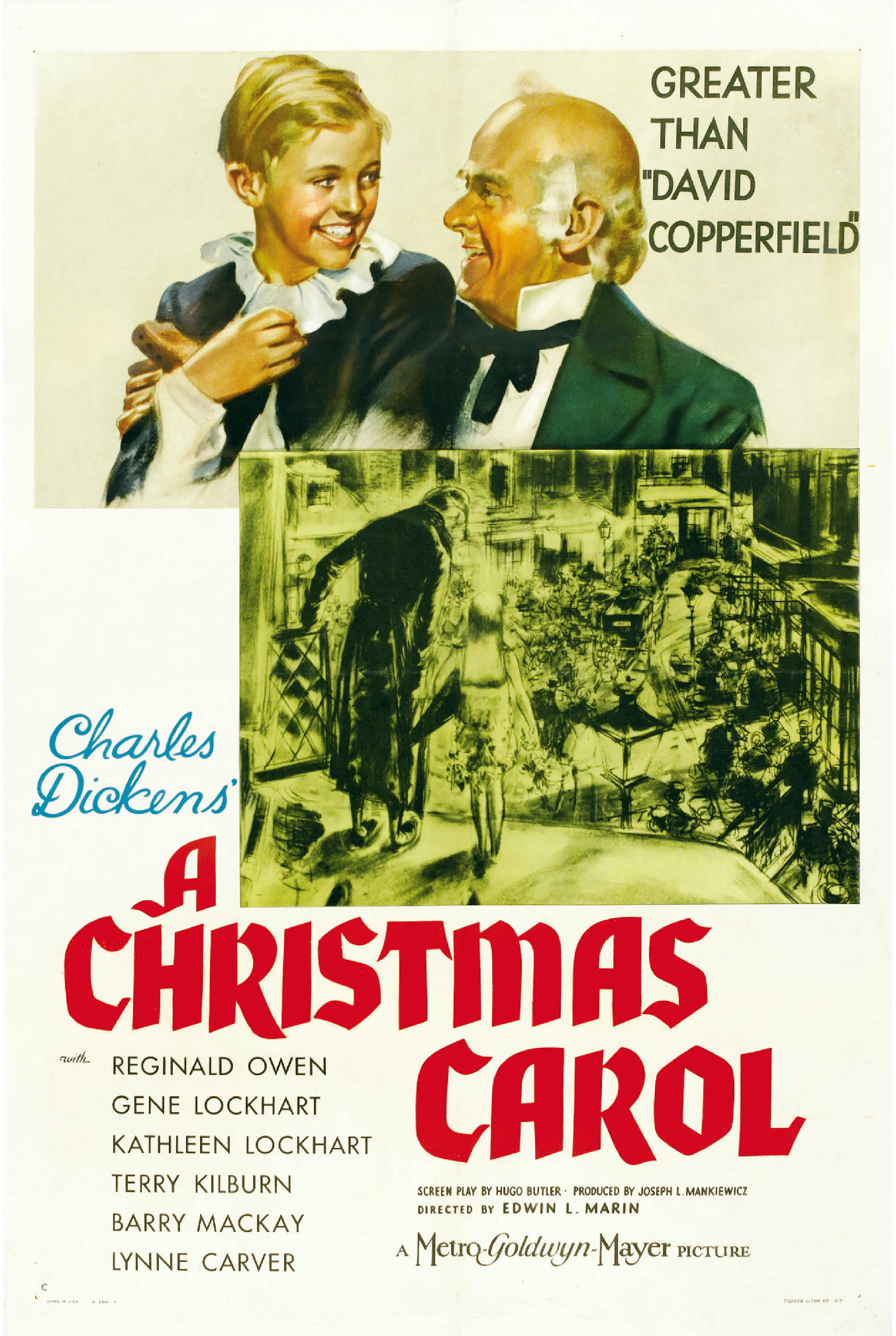
A Christmas Carol, 1938
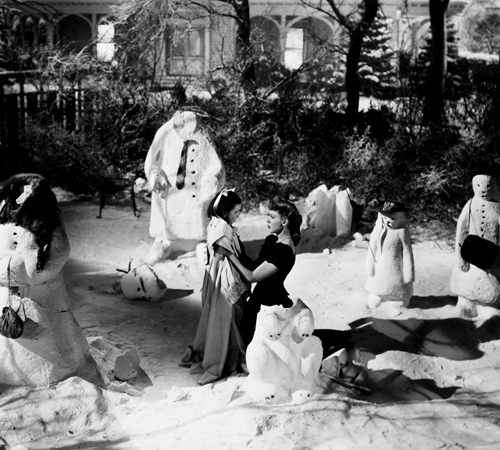
Meet me in St Louis, 1944
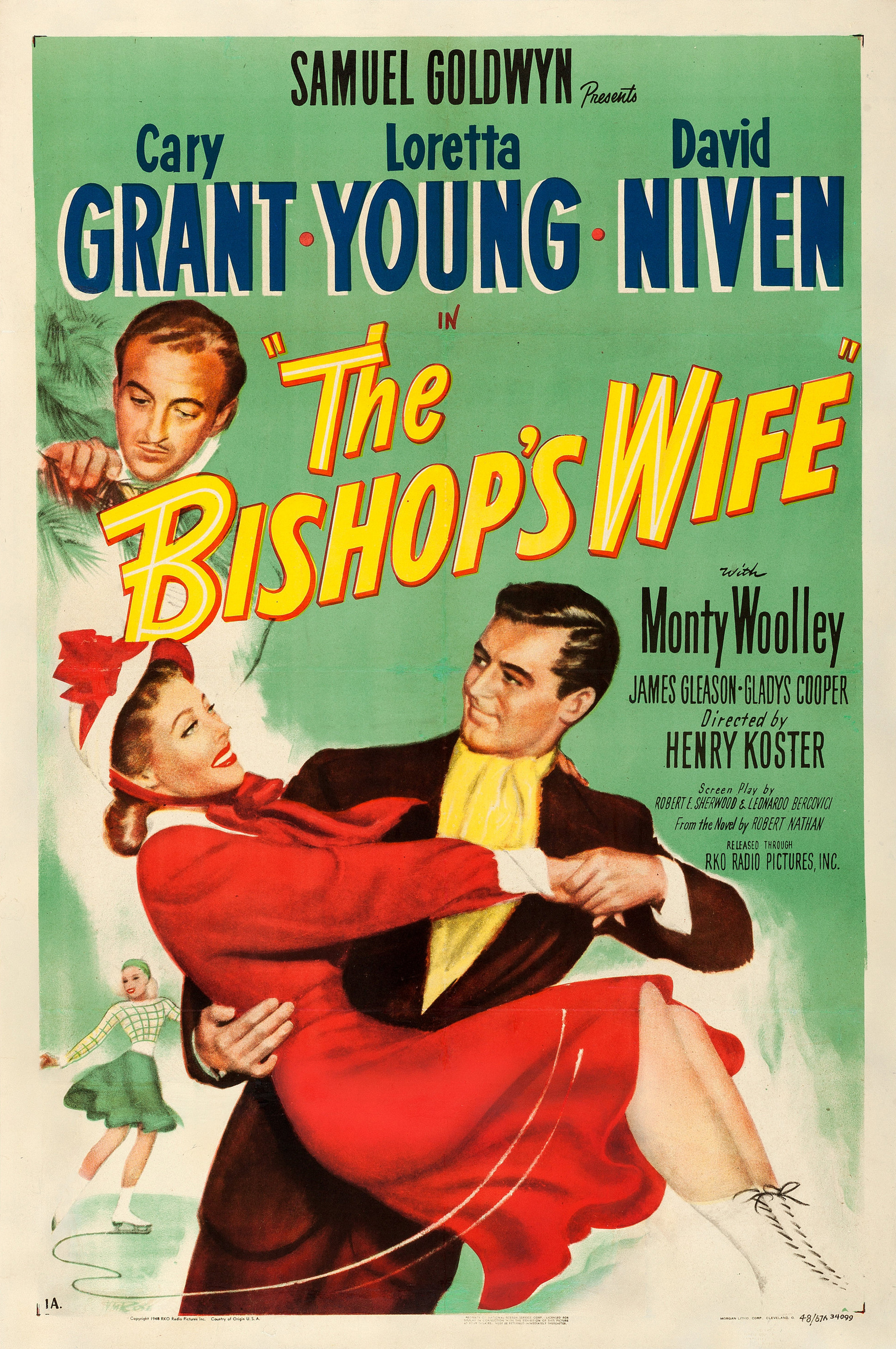
The Bishop's Wife, 1948
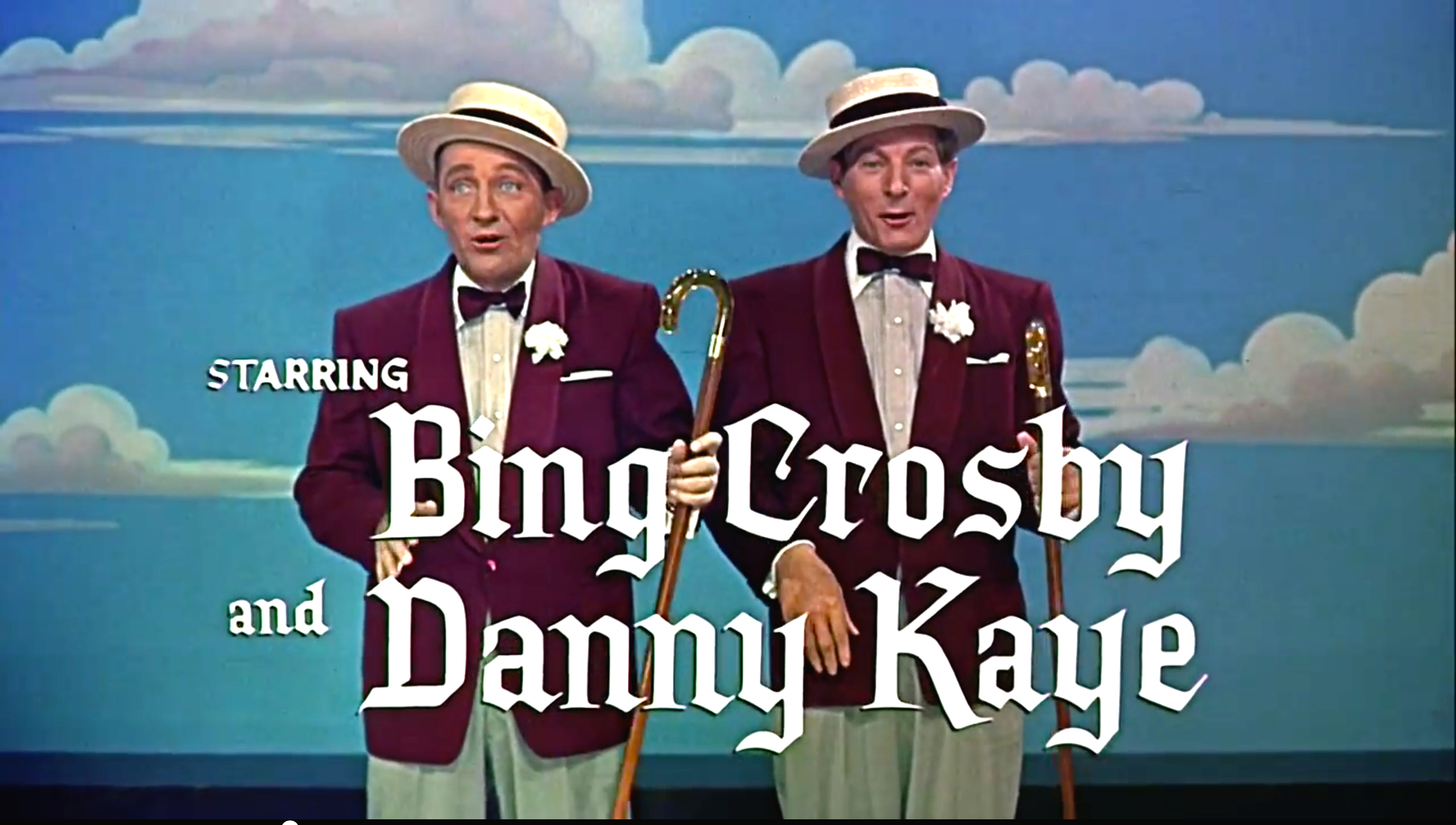
Bing Crosby en Danny Kaye in White Christmas, 1954
Hermey the elf en Rudolph uit Rudolph the Red-Nosed Reindeer, 1964
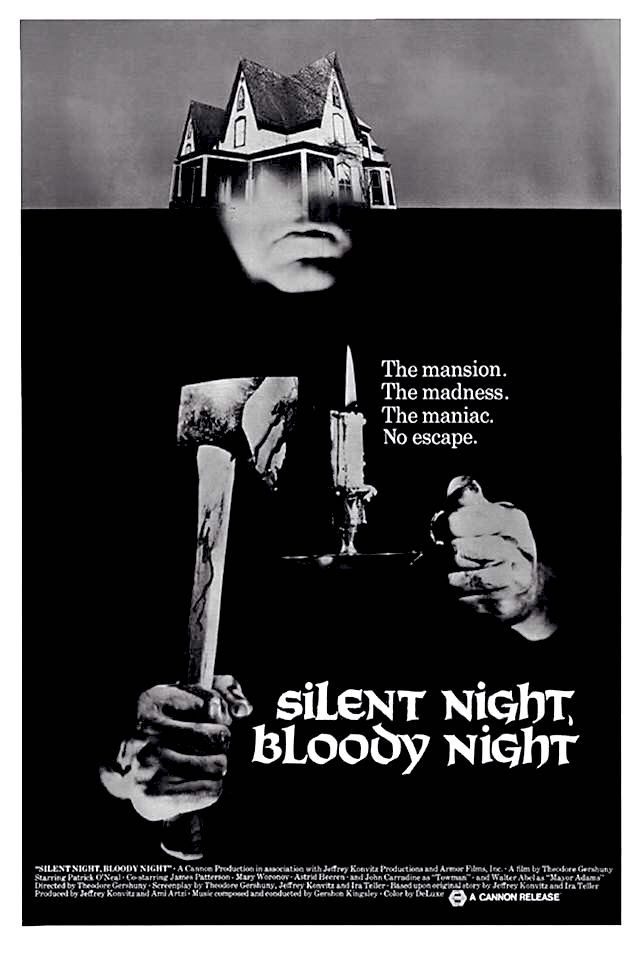
Filmposter van Silent Night, Bloody Night, 1972
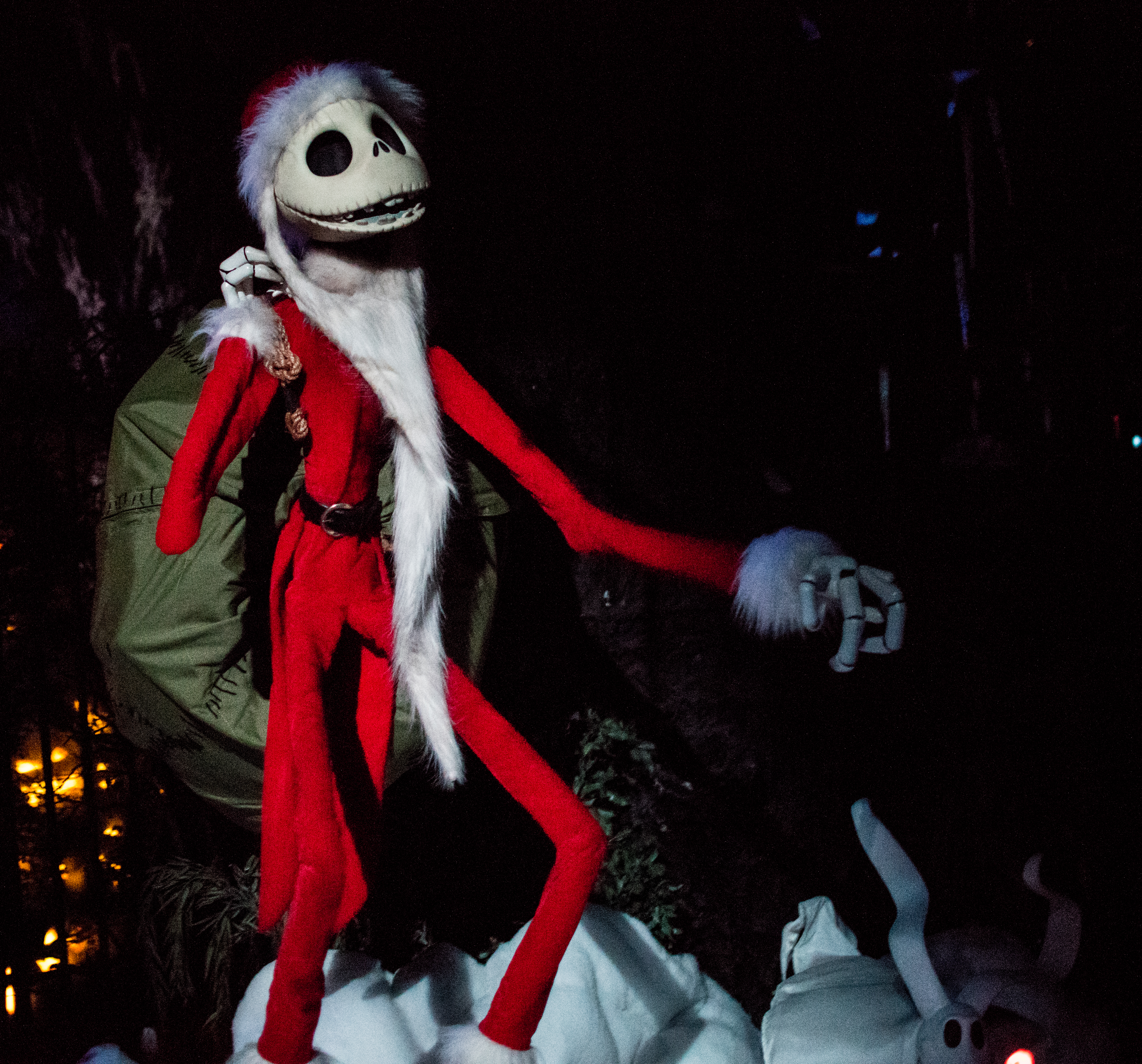
Sinds 2001 wordt de attractie The Haunted Mansion in Disneyland omgebouwd naar het Haunted Mansion Holiday-thema, gebaseerd op de kerstfilm The Nightmare Before Christmas uit 1993
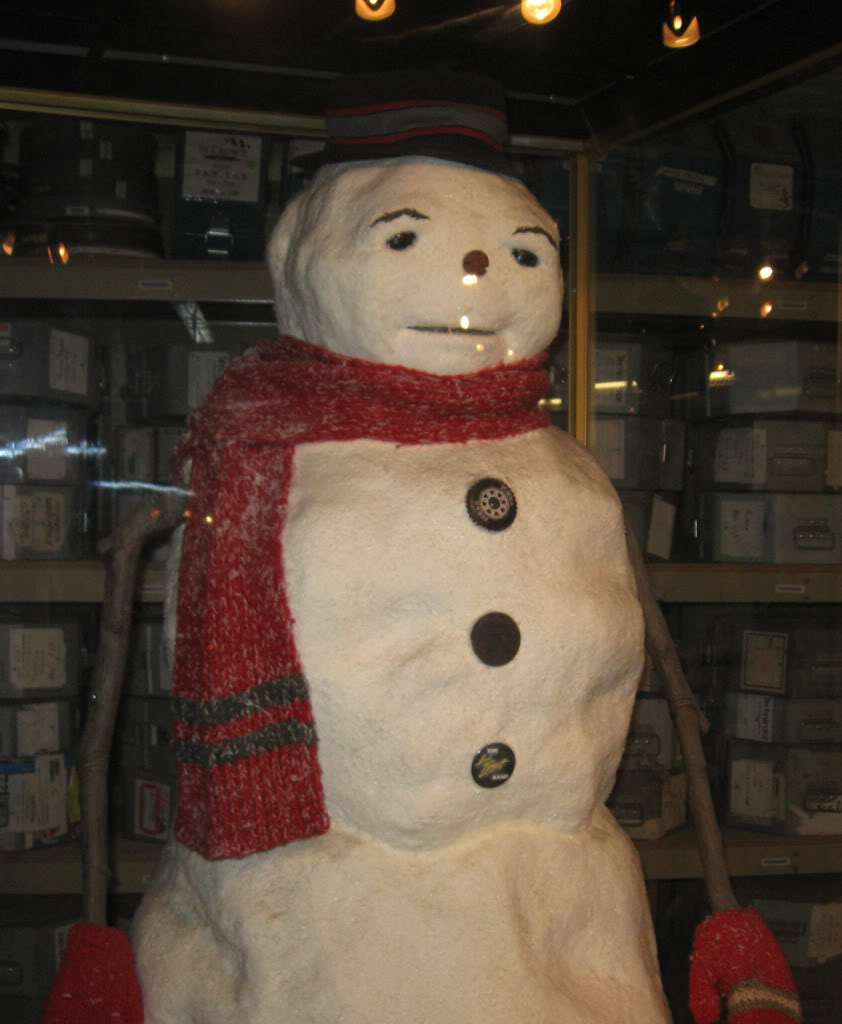
Een assecoire voor Jack Frost, 1998
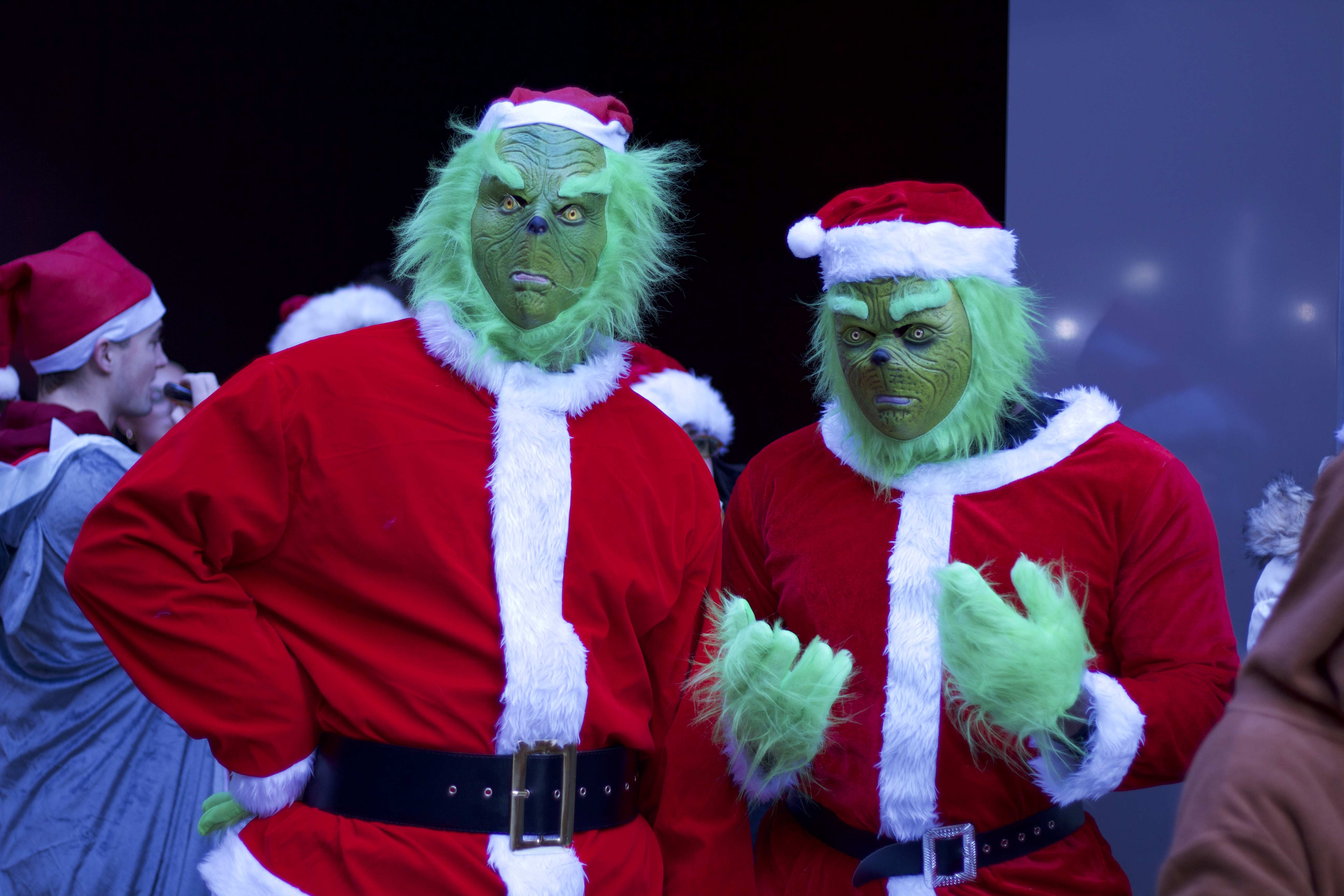
Twee mensen verkleed als het personage uit The Grinch uit 2000

## Wit-Rusland

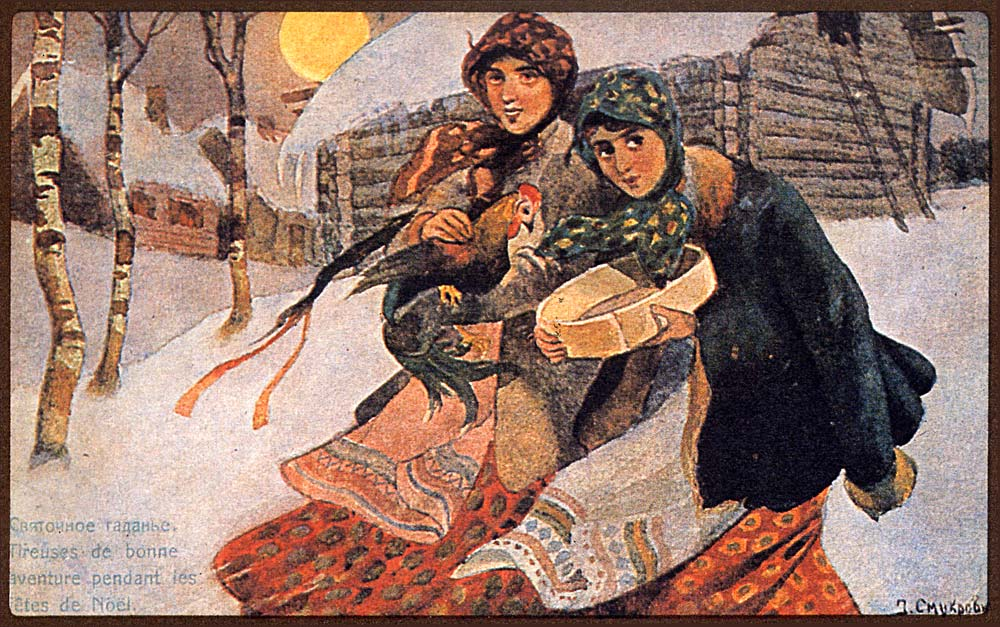
Waarzeggerij tijdens het Kerstfeest, 1900

In Wit-Rusland wordt Каляда (ook wel Kalada, Kaliada) gevierd.
Het schilderij Kerst-divinatie in het Staatsmuseum van de geschiedenis van religie in Hrodna toont een Russische volkswaarzeggerij bij maanlicht tijdens de Oosters-orthodoxe kersttijd (svyatki) in een landelijk blokhut (izba). Vijf van de zeven afgebeelde vrouwen verzamelden zich rond een haan die het graan pikt, voor de alectryomantie die een huwelijk in de nabije toekomst voorspelt. De meisjes tellen de granen die door de haan worden gepikt en kijken of hij er niet meer dan twaalf heeft gepikt. Als het aantal resterende granen even zou zijn, dan zal het huwelijk binnenkort plaatsvinden, en als het oneven is, dan zal het volgend jaar plaatsvinden. Een slapende oudere vrouw is afgebeeld zittend op een bank aan de linkerkant. Het bovenste linkerdeel van het schilderij toont een met kaarsen verlichte icoonhoek.

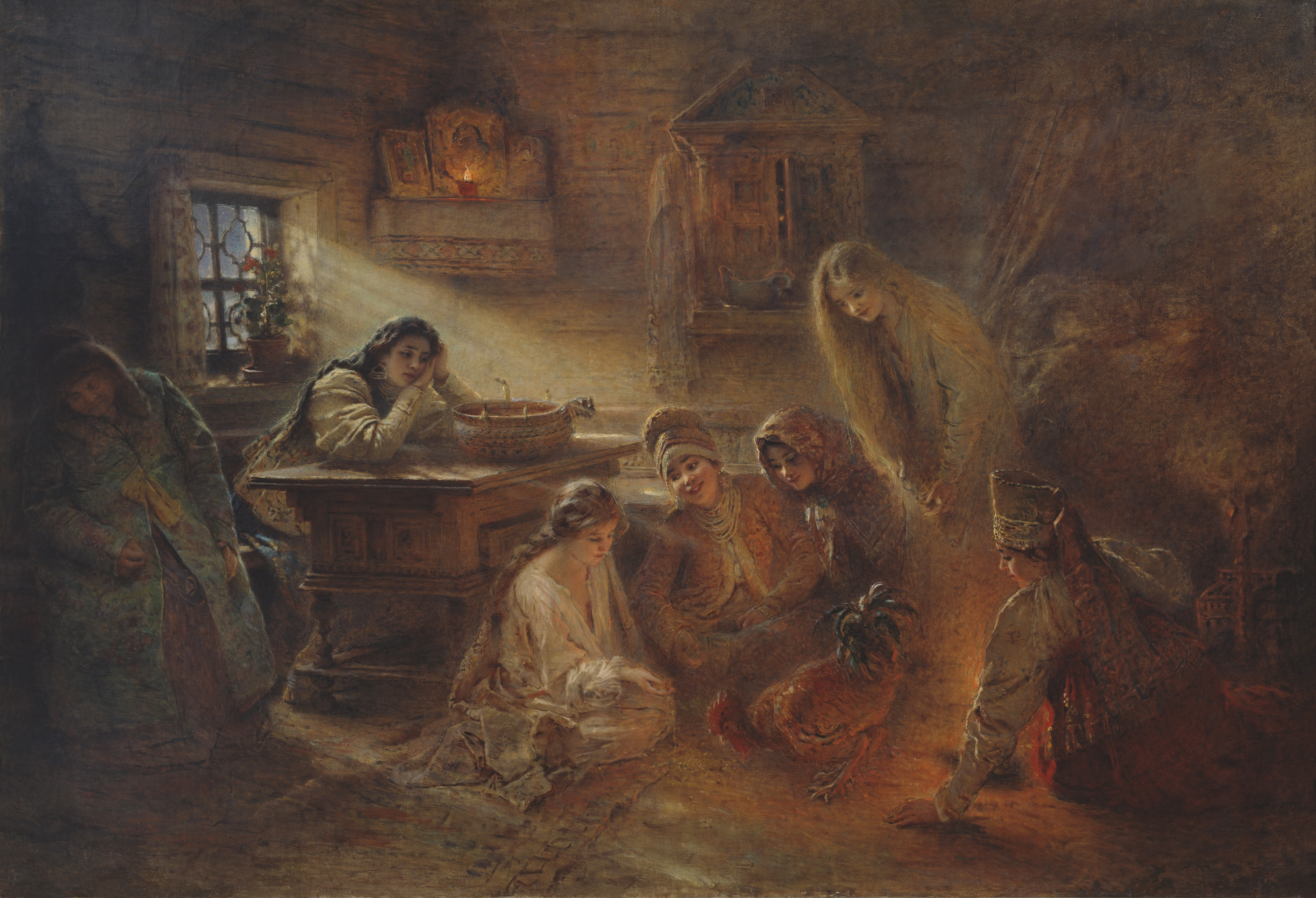
Kerst-divinatie, Konstantin Makovski, Wit-Rusland, 1905
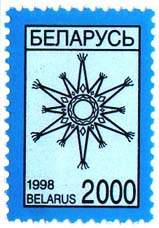
Kerstpostzegel uit 1998
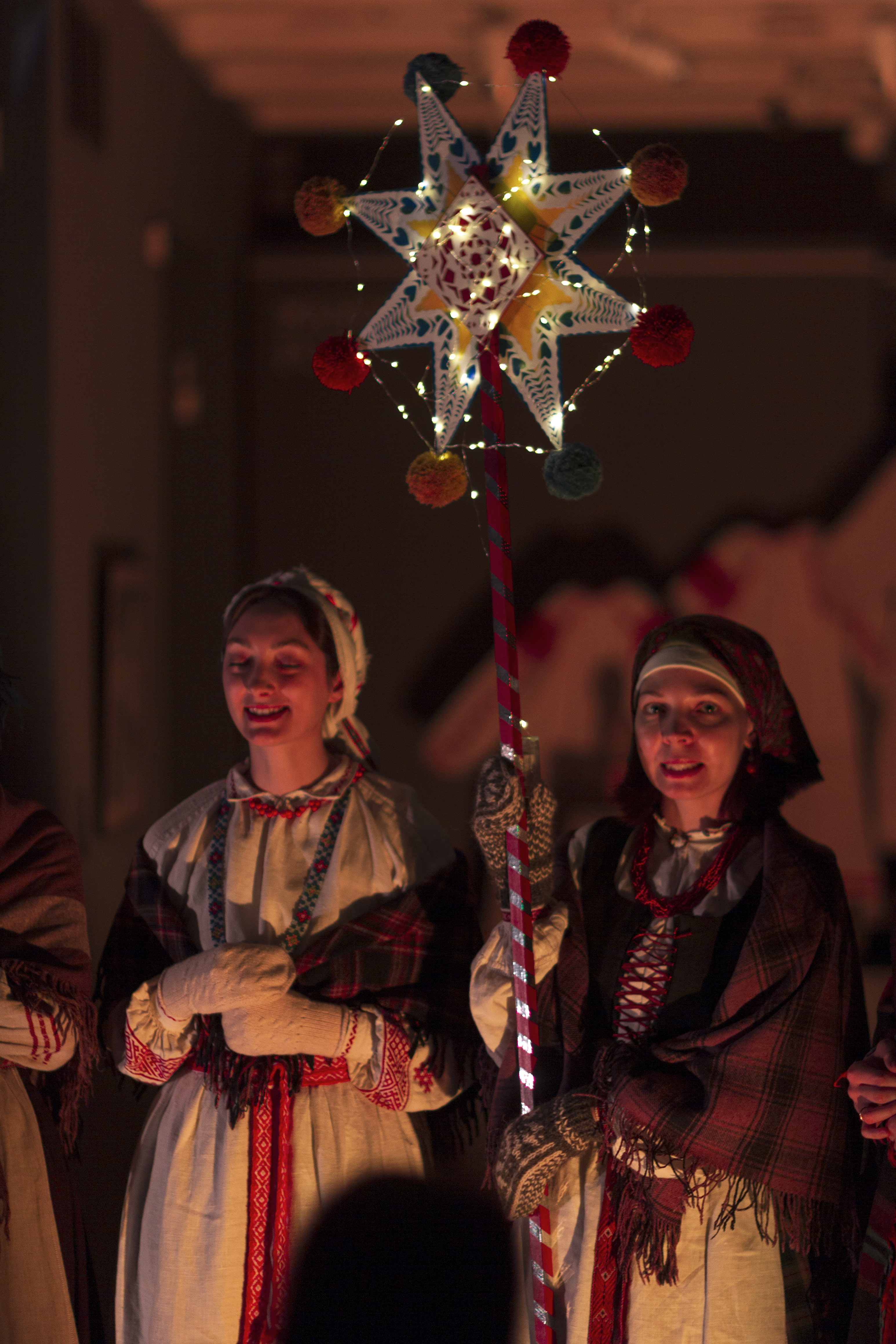
Kalyady zangers; vrouwen die traditionele liedjes zingen en iedereen het beste wensen en om wat lekkers vragen, 15 januari 2023
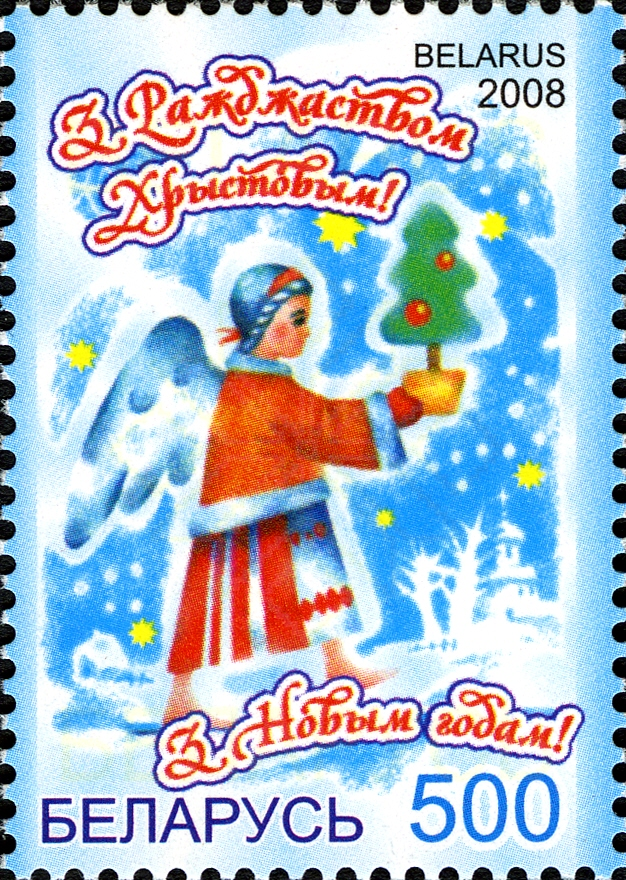
Engel met kerstboom
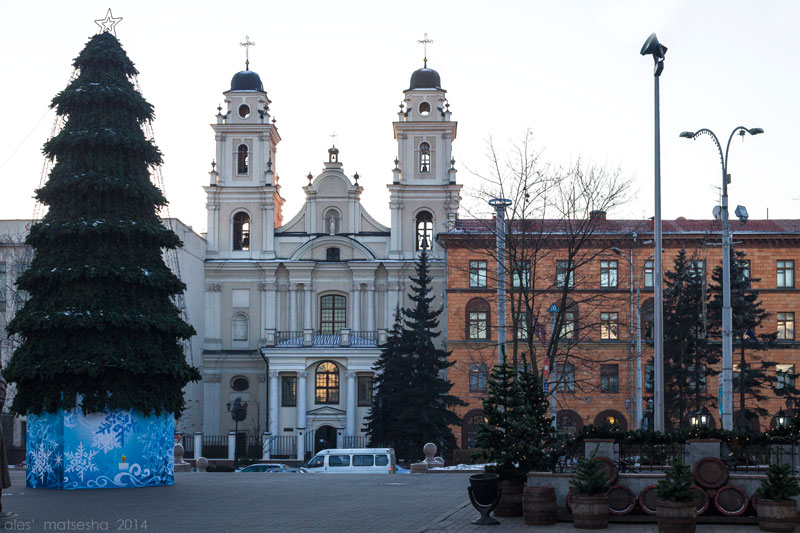
Kerstbomen bij de kathedraal van Minsk
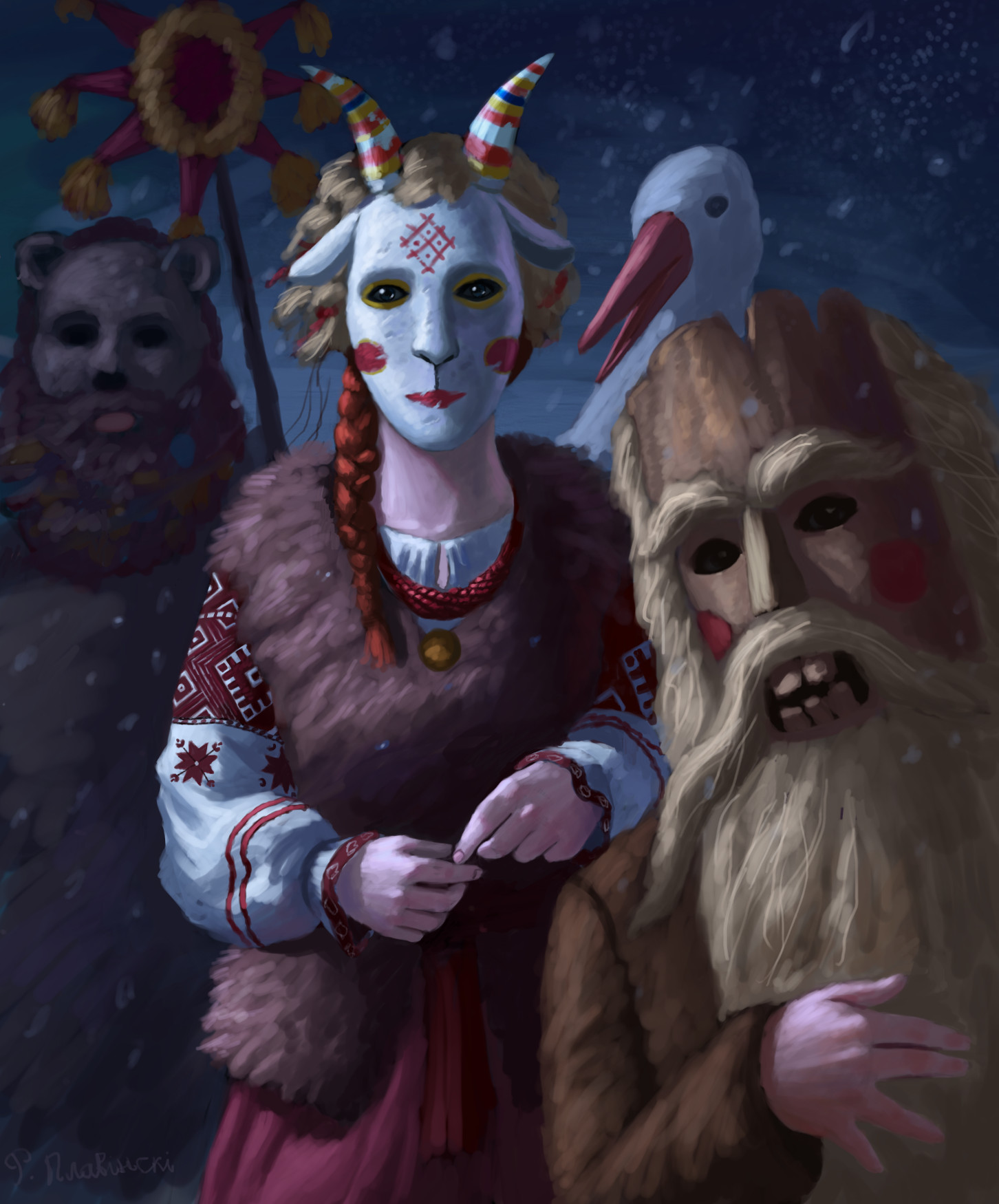
Kaliada, 2018
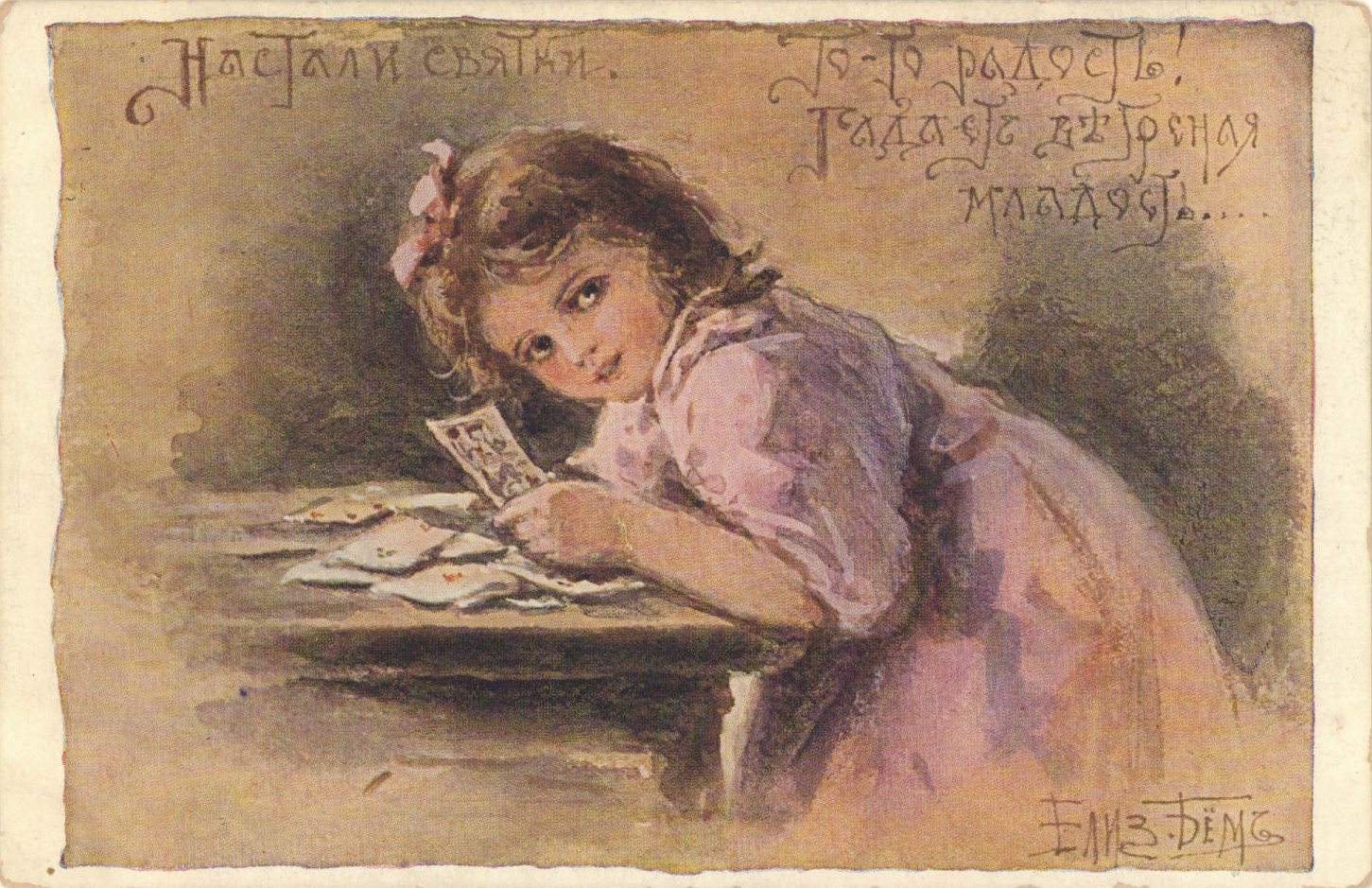
Waarzeggerij met kaarten op kerstavond
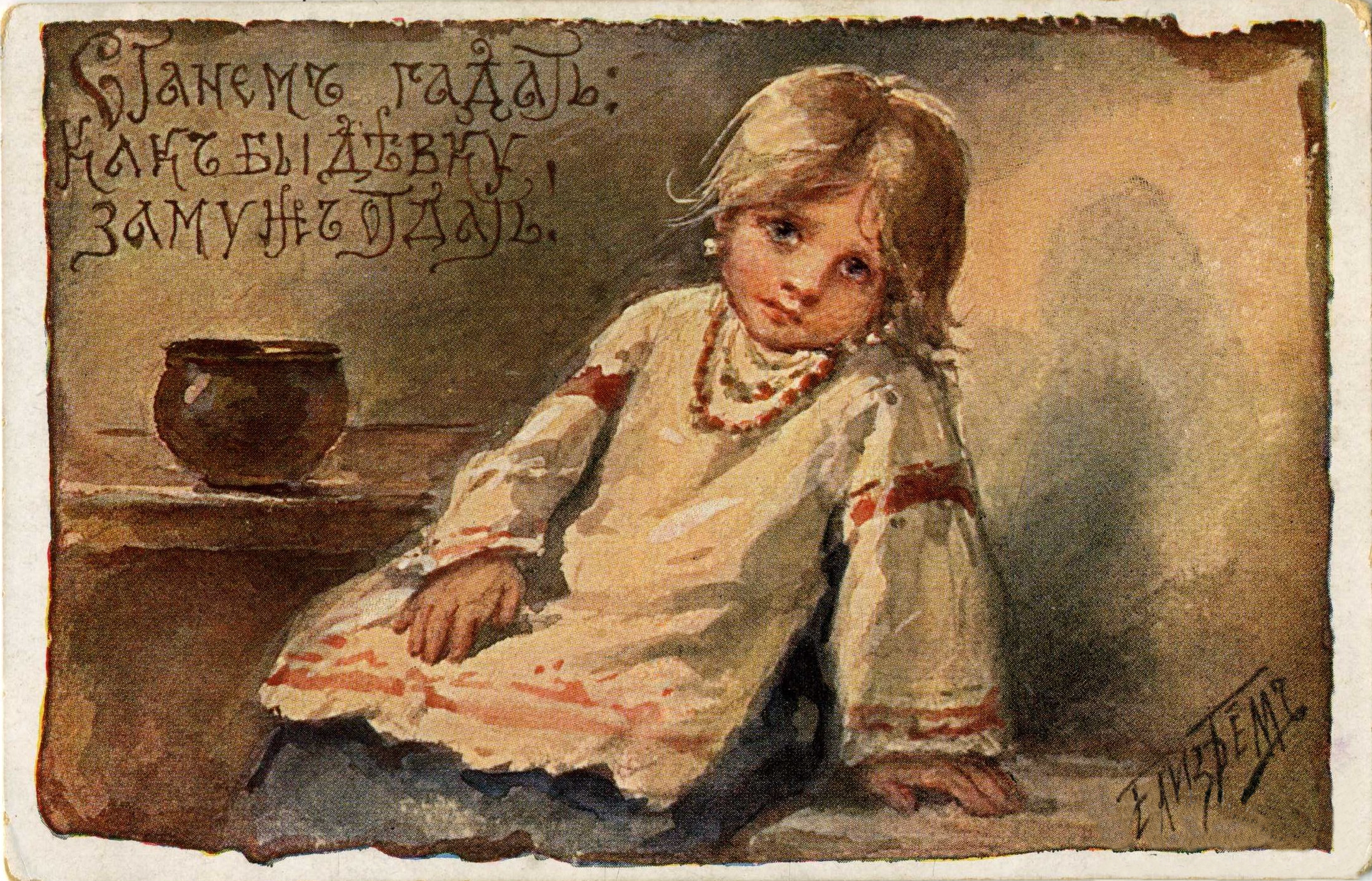
Met wie zou ze gaan trouwen?
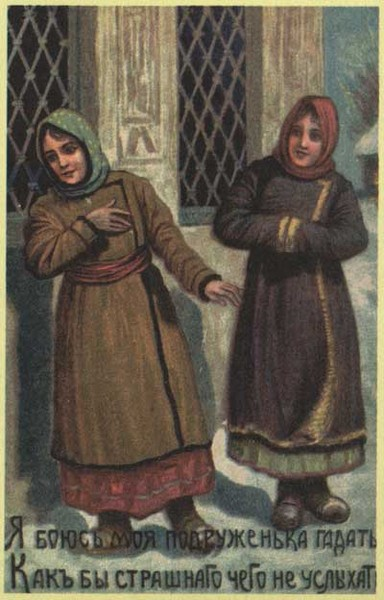
Waarzeggerij op Driekoningenavond

## Zuid-Afrika

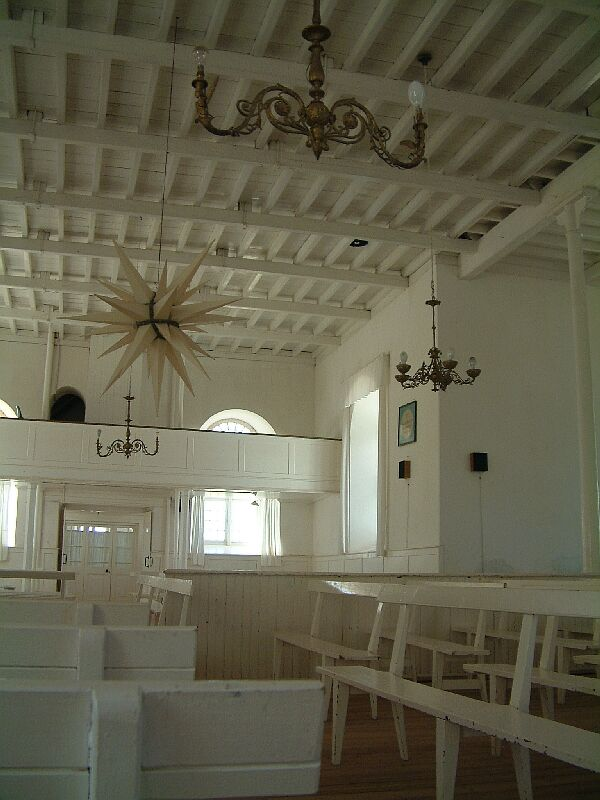
Kerstversiering in een kerk in Elim

Zuid-Afrika kent geen tweede kerstdag. De eerste kerstdag is er altijd een kerkelijke bijeenkomst en zitten de kerken vol. De Engelstaligen in Zuid-Afrika hebben grotendeels nog de Engelse kerstgebruiken, zoals kalkoen, kerstpudding en de cadeaus op kerstavond openen. De Afrikaanstaligen doen dit meestal niet. De cadeaus worden op kerstavond of met kerst zelf uitgepakt. Er is verder niet echt een vast kerstdiner voor de Afrikaanstaligen. Dit kan een speciaal diner zijn of gewoon buiten met de familie, vrienden of buren barbecueën (braaien).
Bij de Xhosa en andere Afrikaanse stammen houdt kerst vooral in naar de kerk gaan en kerstliederen zingen. Kerstbomen zijn vaak te duur en vaak ook niet te vinden.

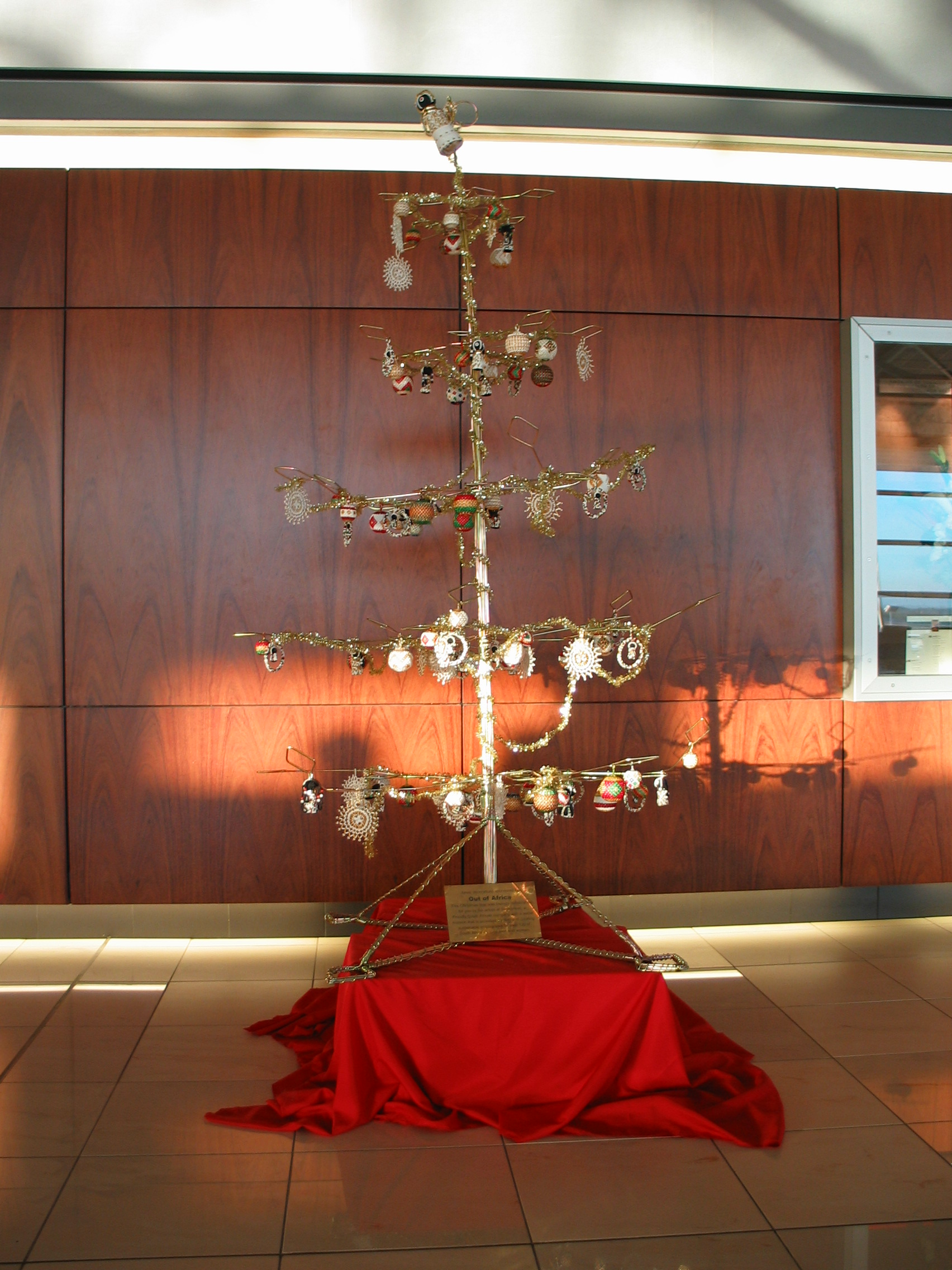
Kerstboom op het vliegveld van Kaapstad

## Zuid-Korea

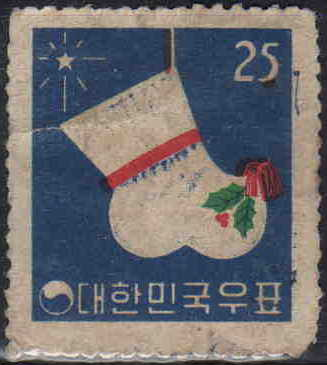
Kerstpostzegel uit Zuid-Korea, 1960

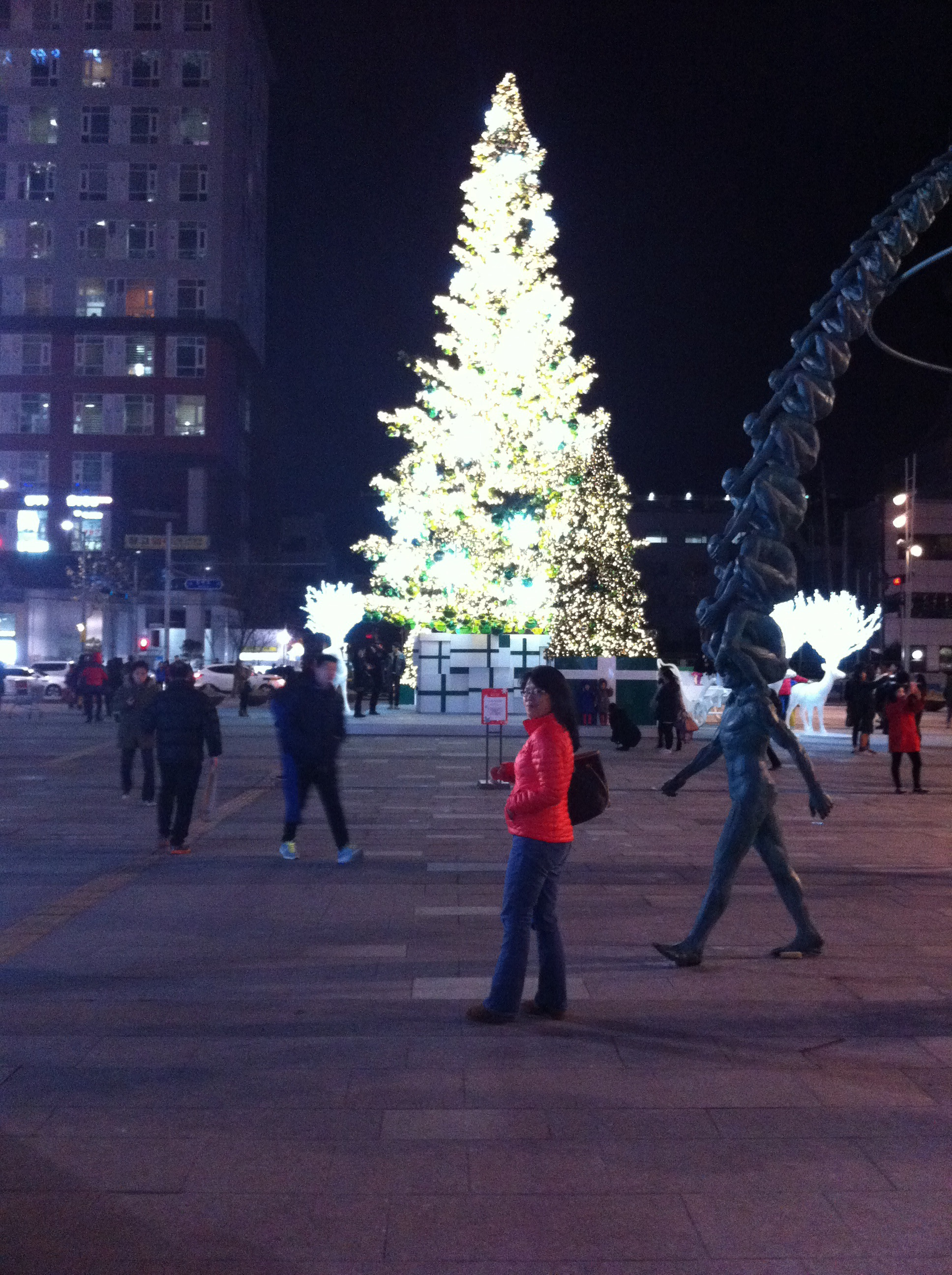
Kertboom in Seoul
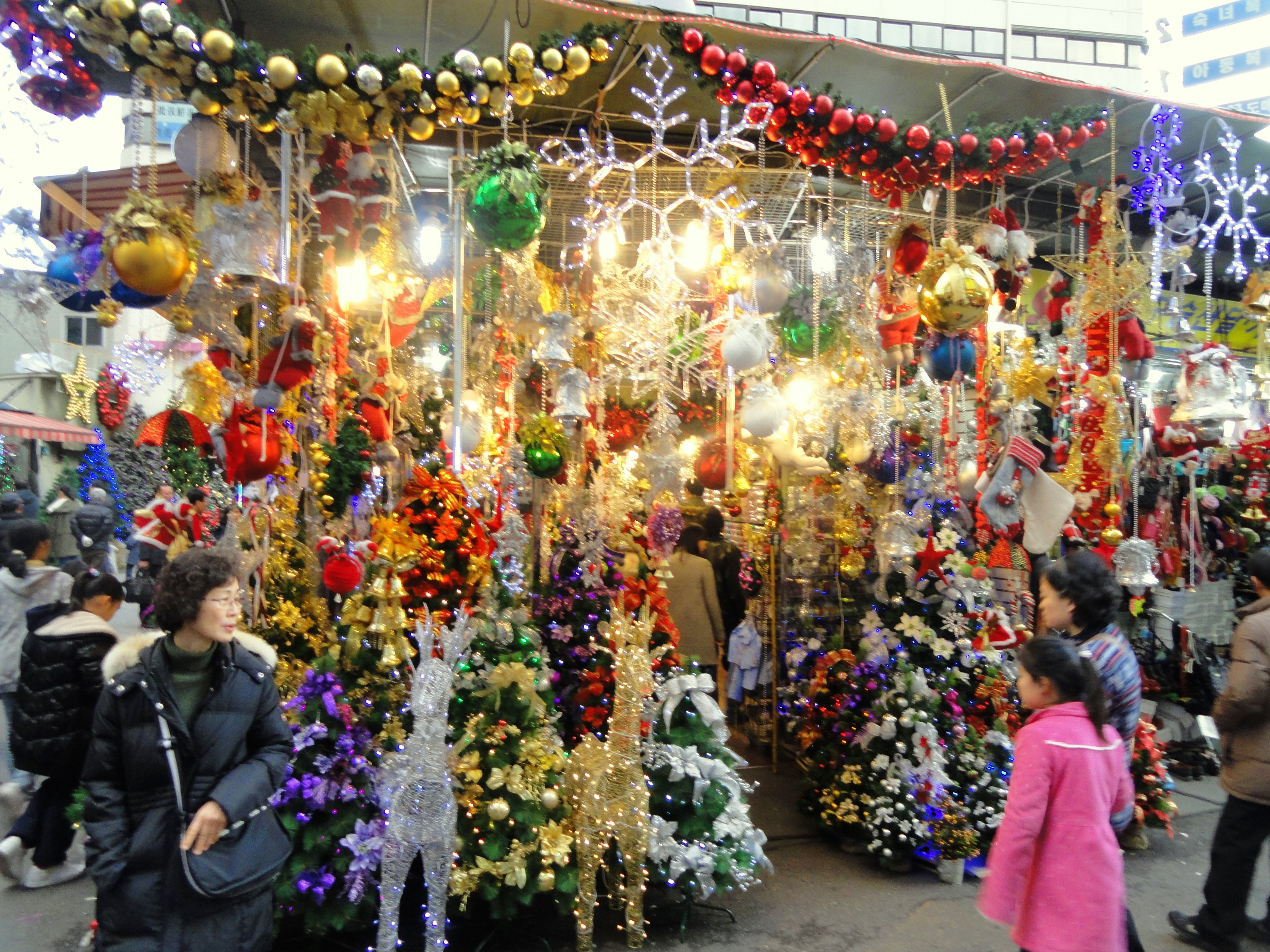
Kerstversiering in een winkel

## Zweden

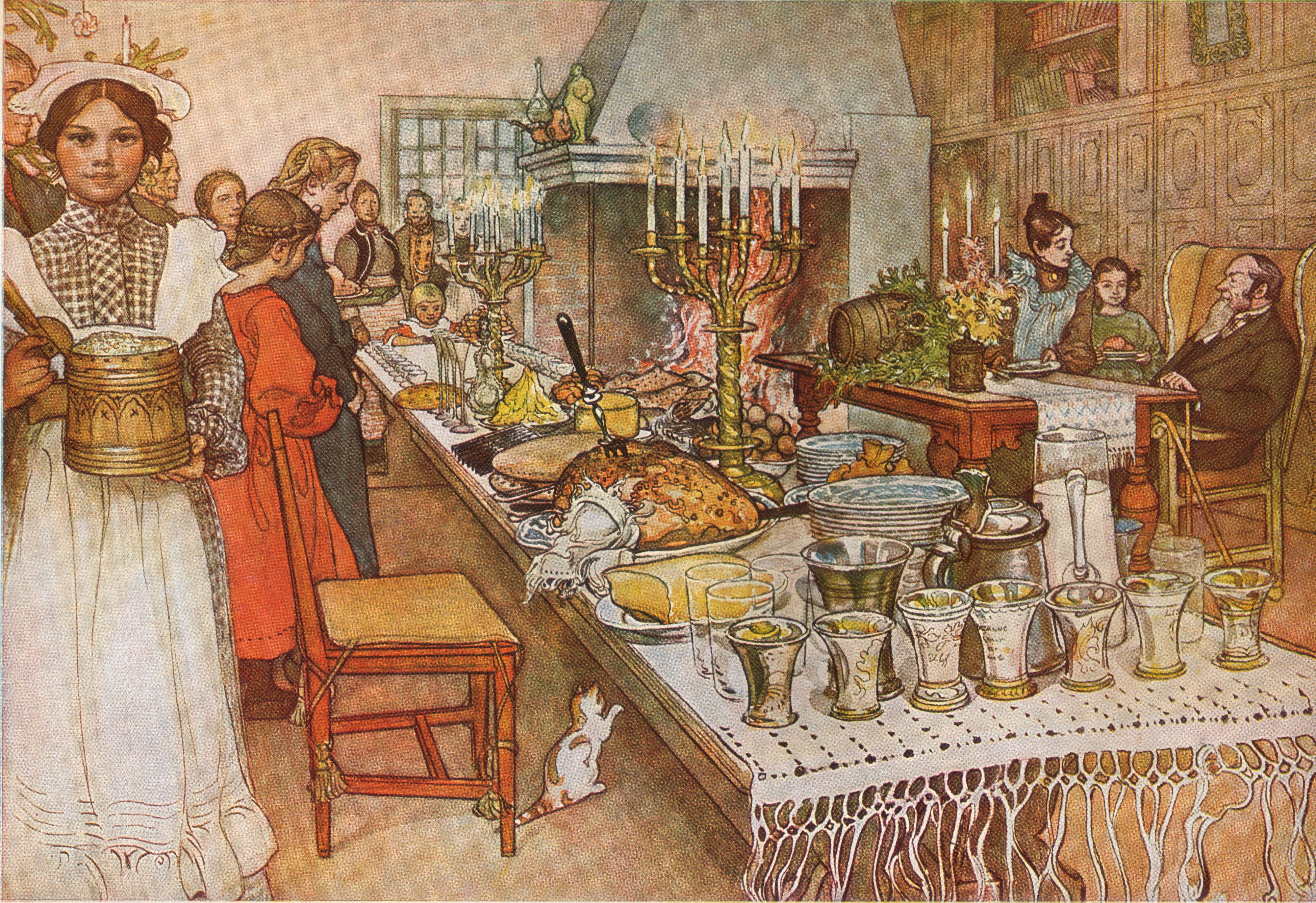
Julaftonen (kerstavond), Carl Larsson, 1904-1905

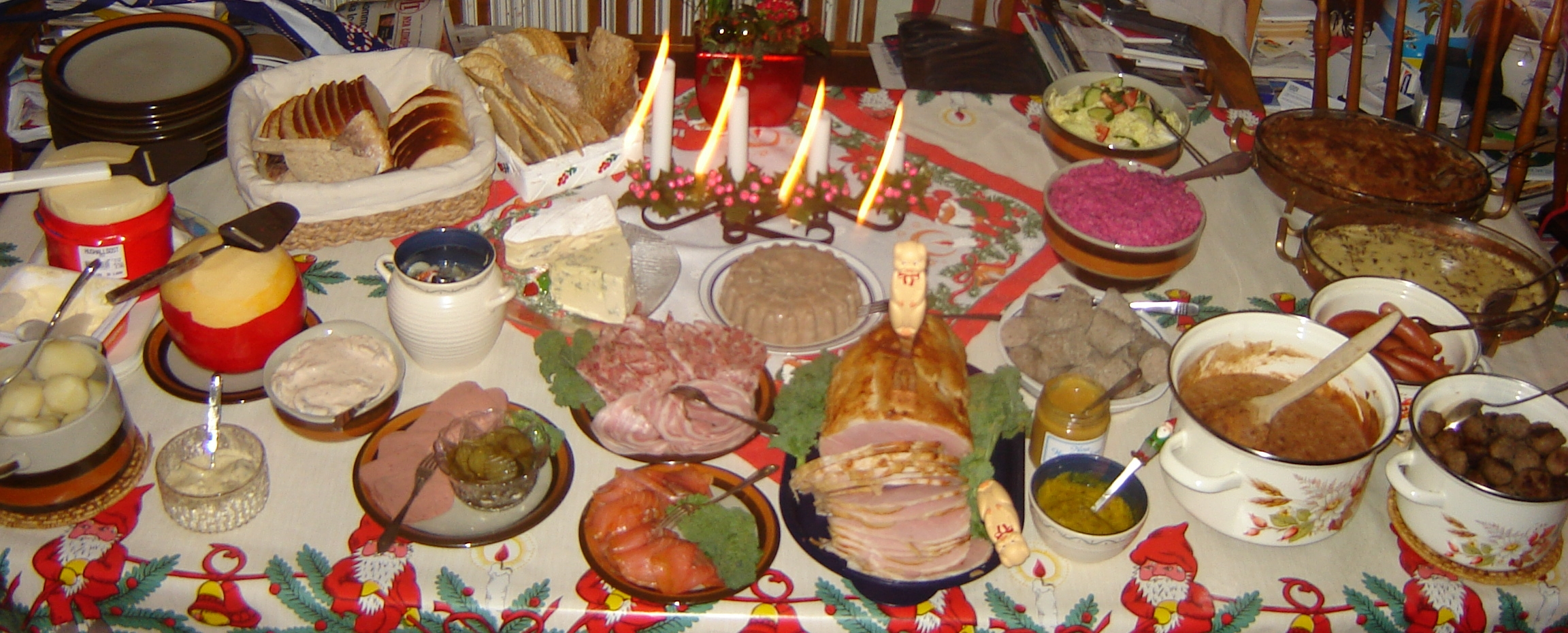
Julbord (Kersttafel) met zure haring, jam, kerstham, gruttenworst, rode bietensalade, bruine bonen, Jansson's verleiding, omelet, prinsenworst en gehaktballetjes.

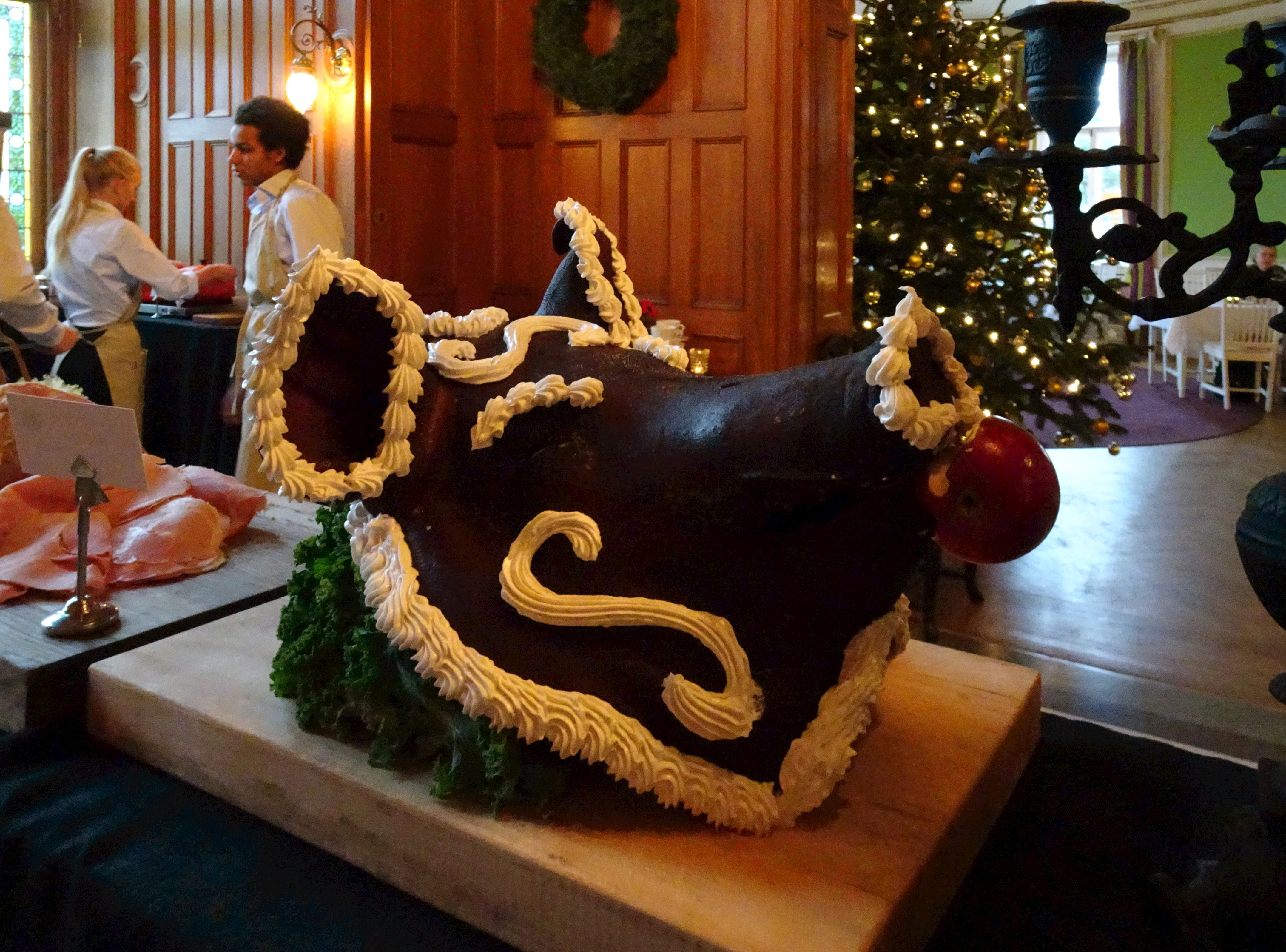
Julhös, een met kerst versierde varkenskop met een appel in zijn bek.

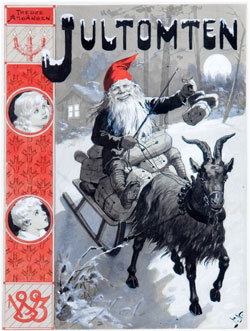
Jultomten (kerstkabouter/kerstman), 1893. Jultomten was een Zweeds kinder- en kerstmagazine dat tussen 1891 en 1935 jaarlijks werd uitgegeven door de Zweedse lerarenvereniging van openbare scholen via de uitgeverij Svensk læretidnings. Het idee was om de verbeelding van de kinderen te stimuleren en het lezen te stimuleren.

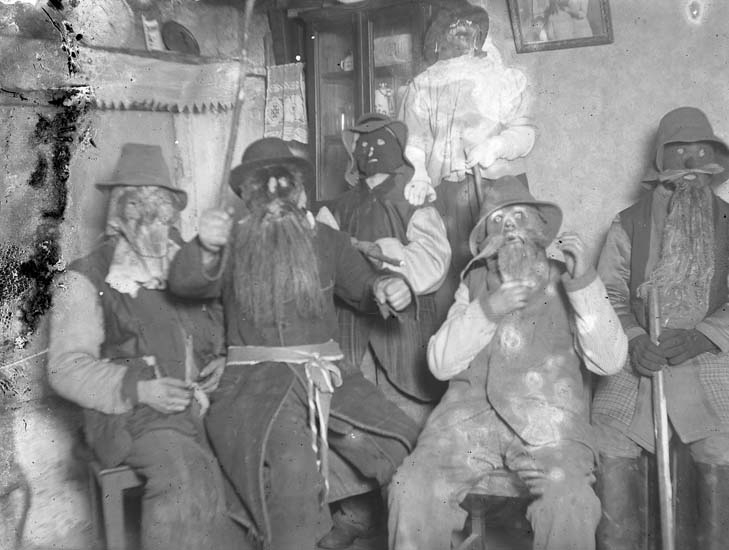
Op de twintigste dag (Sint-Knoetsdag) verkleedden mensen zich (zoveel mogelijk gemaskerd) en gingen vervolgens door het dorp en klopten op deuren. Dit was op sommige plaatsen de gewoonte. Bohuslän museum Julknutar, 1922

Kerstmis wordt in Zweden Jul genoemd. Net als in andere Scandinavische landen brengt de Kerstman op kerstavond de cadeautjes.
In Zweden wordt Sankta Lucia gevierd, dit feest markeert het begin van de kerstperiode. De traditie heeft elementen van het voorchristelijke midwinterlichtfestival overgenomen. 
Lussekatt (ook wel lussebulle, lussekuse, saffranskuse of julkuse) is een Zweeds gebakje dat sterk verbonden is met de viering van Sint Lucia. De naam van dit gebakje komt van Lucifer. Lussekatter zijn kleine brioches met een zeer gele kleur door de saffraan die gebruikt is om ze te maken.  De meest traditionele vorm is die van een “S”, waarvan de twee uiteinden op zichzelf zijn opgerold met een rozijn in het midden. Het is ook gebruikelijk om twee van deze “S” in de vorm van een kruis over elkaar heen te plaatsen. Dit type lussekatt wordt dan gullvagn (gouden strijdwagen), julvagn (kerstwagen) of julkors (kerstkruis) genoemd. De oorsprong ligt in het 17e-eeuwse Duitsland. De duivel, vermomd als kat (katt in het Zweeds), sloeg de kinderen terwijl Jezus de broodjes deelde met de brave kinderen. Om de duivel af te weren die bang was voor het licht, kwam Jezus op het idee zijn broodjes met saffraan te kleuren. De nu lichtgevende broodjes maakten de kat Lucifer (Lussekatt) bang. De broodjes worden ook wel eens dövelskatter of dyvelskatter (duivelskater, zie ook duivekater) genoemd.
Zoals overal ligt de nadruk in Zweden op eten: bijna elk gezin viert het op 24 december met een kerst “Smörgåsbord” of “ Julbord ” met de speciale kerstham (julskinka). Ook tijdens de advent is het “Julbord” een populaire maaltijd en in veel restaurants te bestellen. Bedrijven nodigen hun werknemers vaak uit op het Julbord. In Zweden worden verschillende zoetigheden geassocieerd met Kerstmis, waaronder toffee, crackers en chocolade, maar ook noten en fruit zoals sinaasappels, vijgen en dadels. Een Scandinavische specialiteit is “Glögg”, een soort glühwein met amandelen en bessen die in kleine kopjes wordt geserveerd.
Typische kerstgerechten zijn klenät en pepparkaka (waar men ook huisjes van maakt; pepparkakshus). Julhös was vroeger op veel plaatsen in Zweden een gebruikelijk kerstgerecht bestaande uit een varkenskop. Tijdens Kerstmis werd de versierde varkenskop tentoongesteld als spektakel en pas na Kerstmis gegeten. Mogelijk gaat het gebruik terug op oude Zuid-Europese tradities.
Julebukking is een kersttraditie van Scandinavische oorsprong. Tussen Kerstmis en Nieuwjaar gaan mensen met maskers en kostuums (Julebukkers) van deur tot deur, waar de buren die hen ontvangen proberen te identificeren wie er onder de vermomming zit. In één versie van Julebukking gaan mensen van deur tot deur om kerstliedjes te zingen. Nadat ze gezongen hebben, worden ze meestal beloond met snoep. Een andere traditie vereist dat minstens één persoon uit het bezochte huishouden zich bij de bende Julebukkers voegt en doorgaat naar het volgende huishouden.
Gottebord (Zweeds voor "snoeptafel") is een traditionele Zweedse kersttafel. Gottebord is een speciale tafel met verschillende soorten snoep erop uitgestald. Het kan worden versierd met een kerstversiering en andere kerstversieringen. Veelgebruikte snacks zijn kerstsnoep zoals knäck, karamels en marsepein, gebak zoals saffraanbroodjes en peperkoek, vers en gedroogd fruit en noten. Soms kan het ook chocolade en desserts bevatten zoals risalamande (ris à la Malta).
De Zweedse koning houdt een kersttoespraak (jultal) sinds 1927.
Annandagsbandy (Sint Steven's Dag bandy) is een Zweeds sportevenement waarbij op Sint-Stefanusdag (26 december) elitebandywedstrijden worden gespeeld. In de 20e eeuw werd het een kersttraditie in Zweden. 
Een typpa of goppa is een oud waarzegapparaat. De Zweedse etnoloog Inger Widja demonstreerde hoe een typpa wordt gebruikt bij de opening van de folkloretentoonstelling Skräck & skrock (dwz "Angst en bijgeloof") op 25 november 2012 in het Falbygdens museum in Falköping, Västergötalnd. De typpa zou een pikkende kip voorstellen met twee poten, de kop naar beneden en de staart in de lucht. De waarzegger ligt plat op de grond met zijn voeten tegen de deur. De typpa wordt boven zijn hoofd op de grond geplaatst. Vervolgens trekt hij zijn benen in de lucht en pakt met zijn voeten de staart van de typpa vast. Dan gooit hij het richting de deur. Als het type landt met de voeten naar de deur gericht, betekent dit dat iemand het komende jaar het huis met de voeten eerst moet verlaten (d.w.z. dood in een kist gedragen) maar het kan ook zomaar betekenen dat iemand in de loop van het jaar het huis gaat verlaten. Blijkbaar landt de typpa nooit staand op zijn pootjes. Tegenwoordig is de typpa in sommige delen van Zweden meestal slechts een soort traditionele kerstversiering.
Traditioneel eindigt Kerstmis sinds de 17e eeuw in Zweden op de 20e dag na Kerstmis. Julgransplundring (letterlijk: "Kerstboom plunderen") is een traditie in Zweden op Sint-Knoetsdag (13 januari), die het einde markeert van de kerstperiode. Het feest staat ook bekend als dansa ut julen ("Kerstmis uitdansen") of kasta ut granen ("De boom eruit gooien"). Feestactiviteiten omvatten zingen en dansen rond de kerstboom , het "plunderen" van de boom van sierlijke snoepjes en appels, het in stukken slaan van het peperkoekenhuisje en het opeten ervan, het openen van kerstcrackers die als versiering in de boom zijn gebruikt, loterijen, het creëren van een fiskdamm ("visvijver") waar kinderen kunnen "vissen" naar speelgoed en snoep of een schattenjacht. In de 20e eeuw werden kerstbomen letterlijk uit het raam of van het balkon gegooid, op straat nadat ze waren "geplunderd" en ontdaan van alle versieringen.

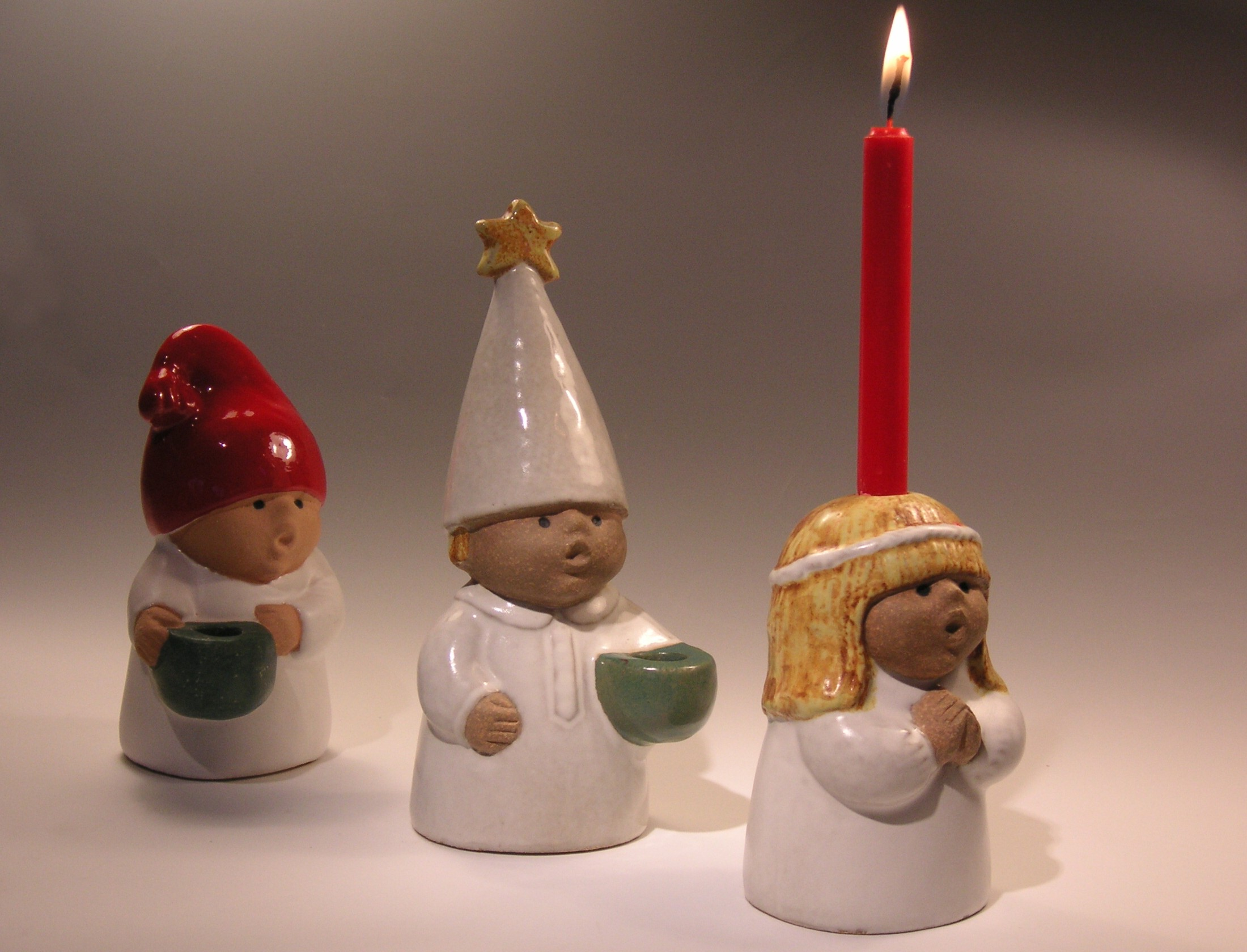
De Lucia-trein van Lisa Larson voor de porseleinfabriek van Gustavsberg
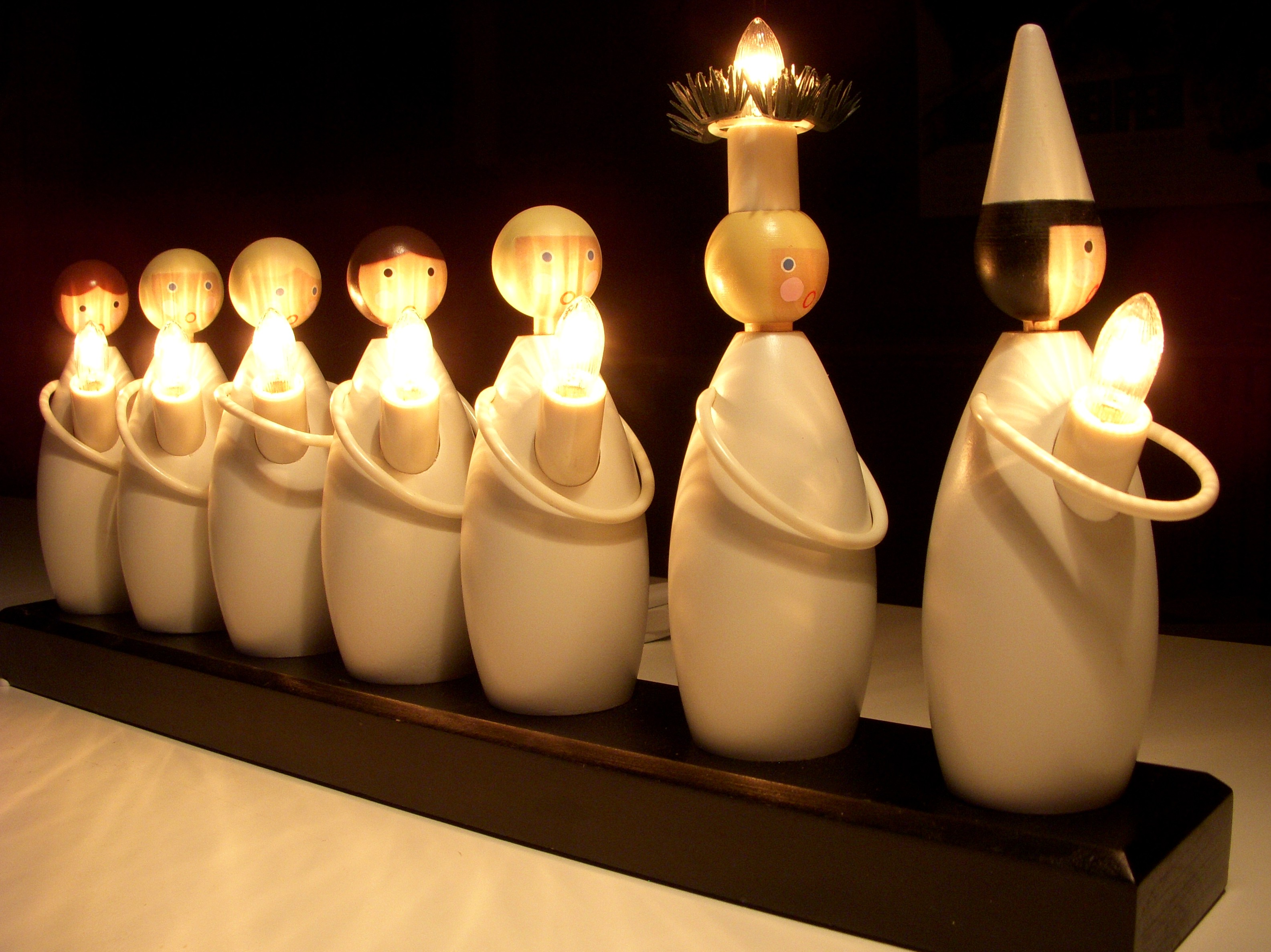
Luciafeest
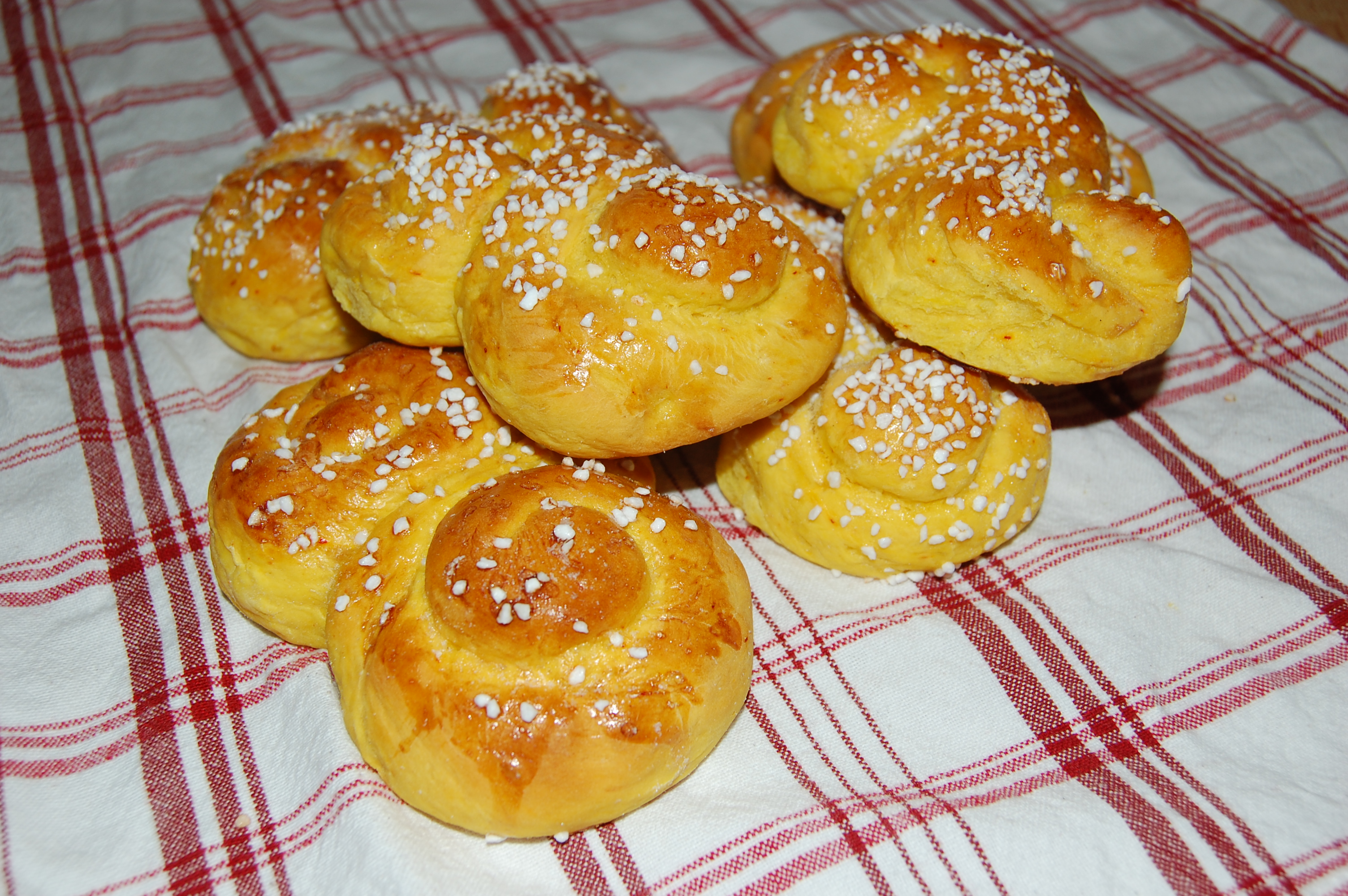
Lussekatter met suiker
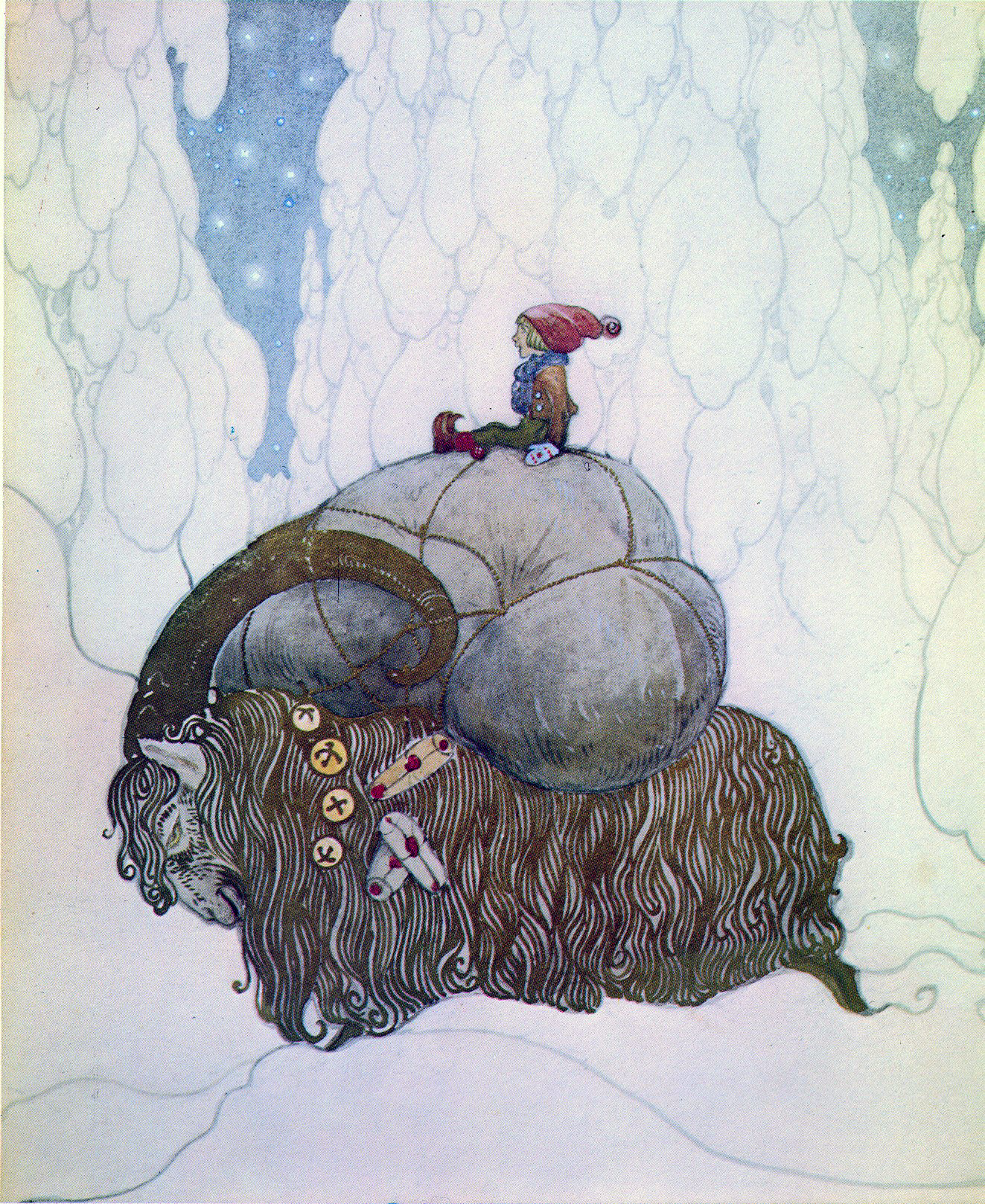
Julbock, Zweden, 1912
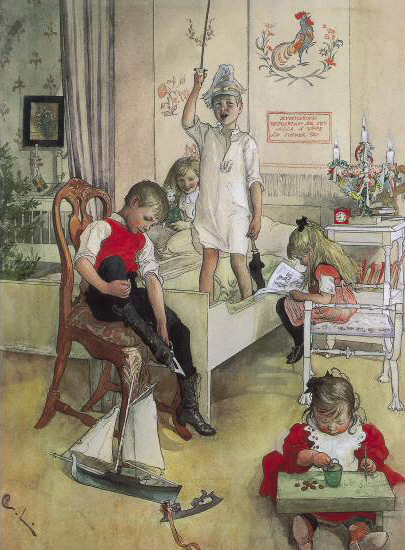
Kerstochtend in Zweden
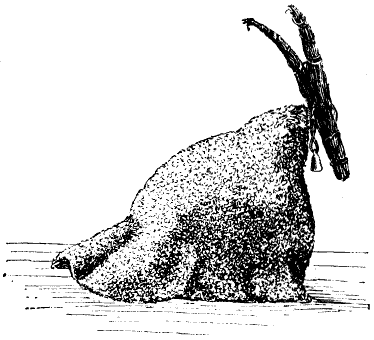
Julbock
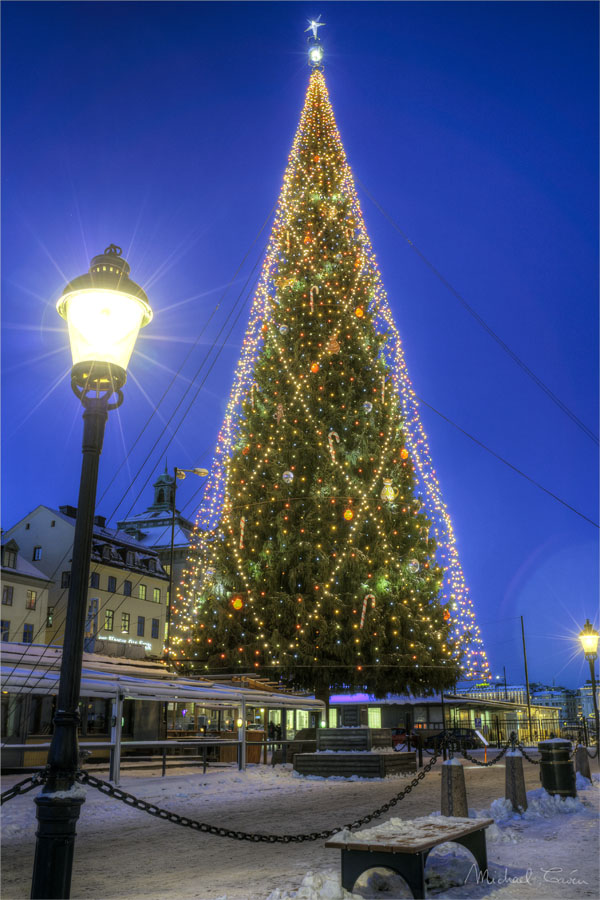
De traditionele enorme kerstboom in Stockholm, 2010
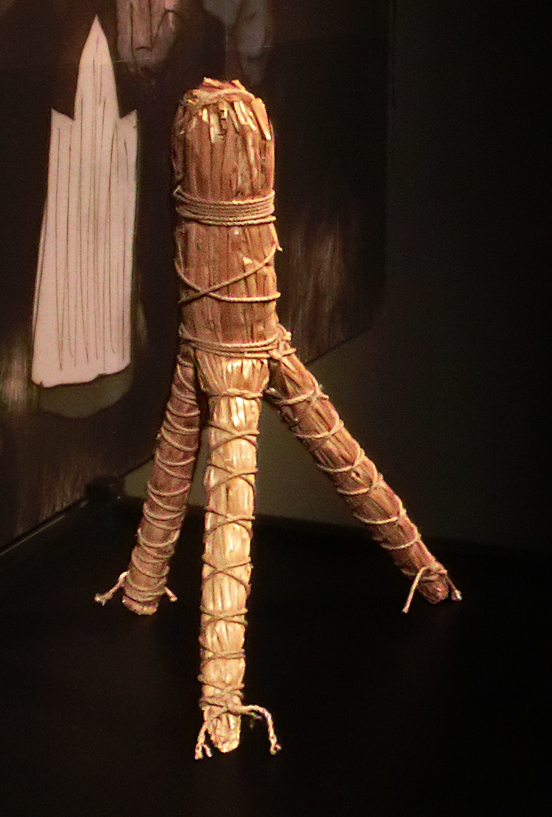
De typpa wordt gebruikt om de toekomst te voorspellen, maar soms ook alleen als kerstversiering
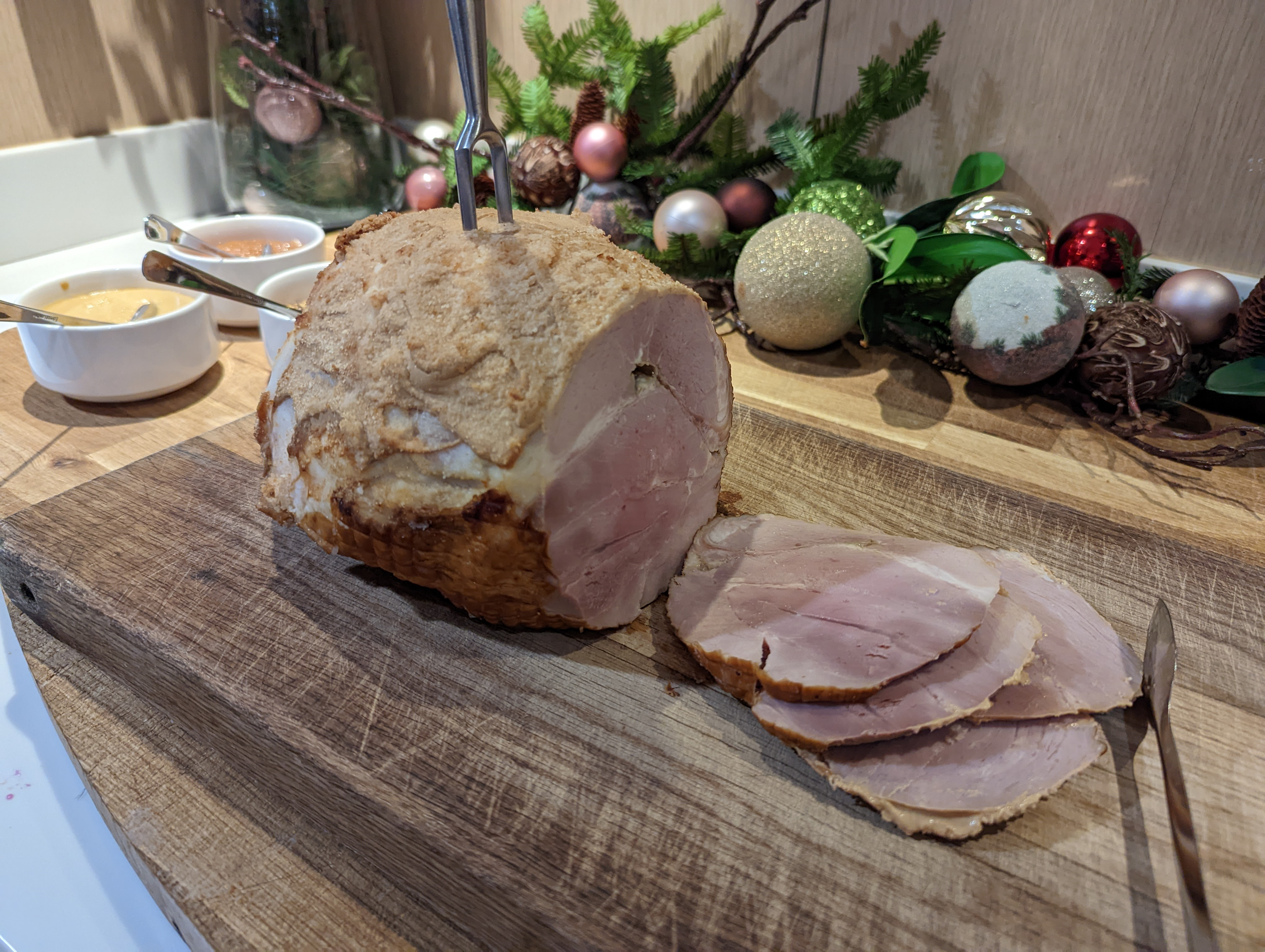
Julskinka
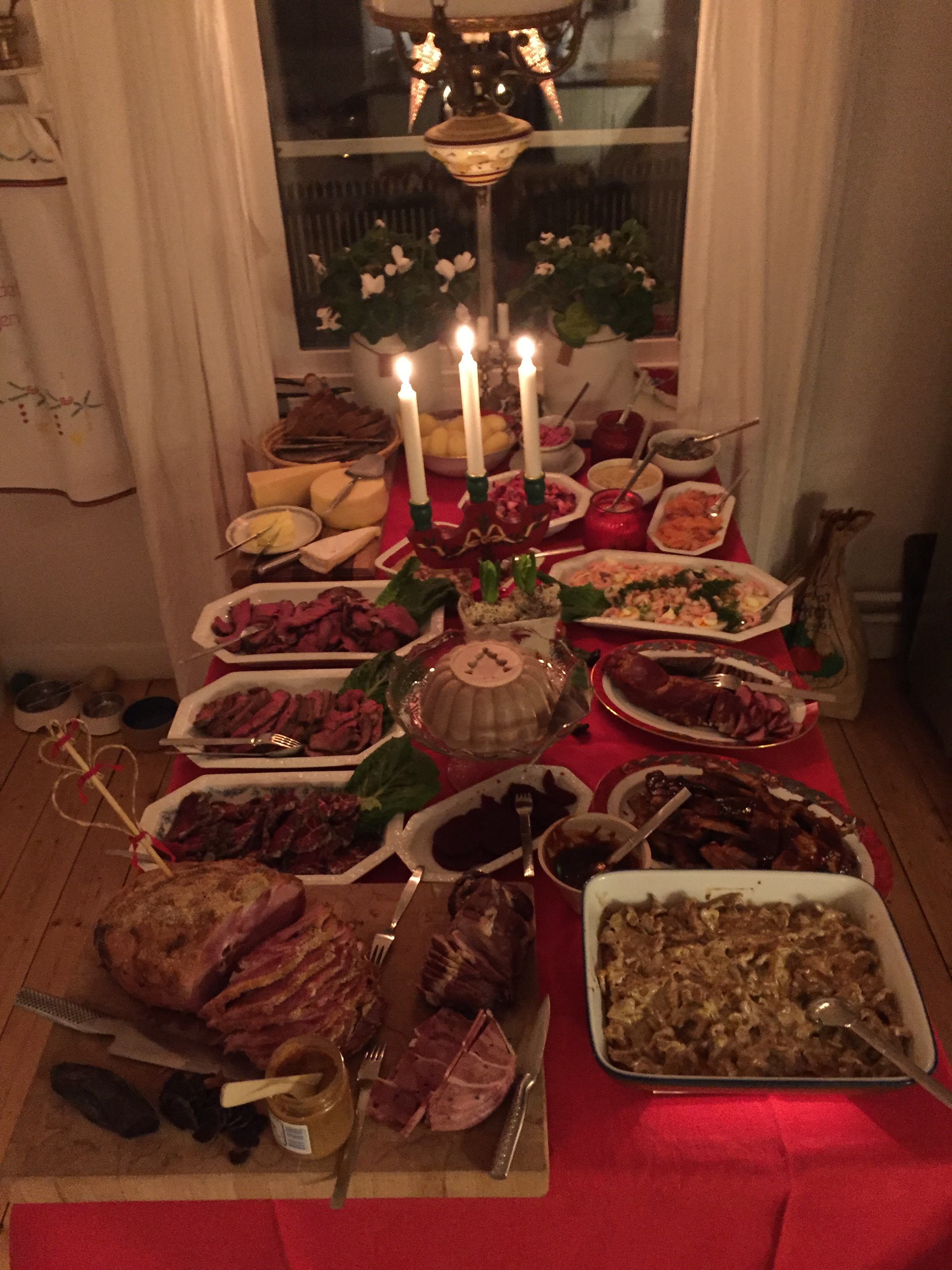
Julbord
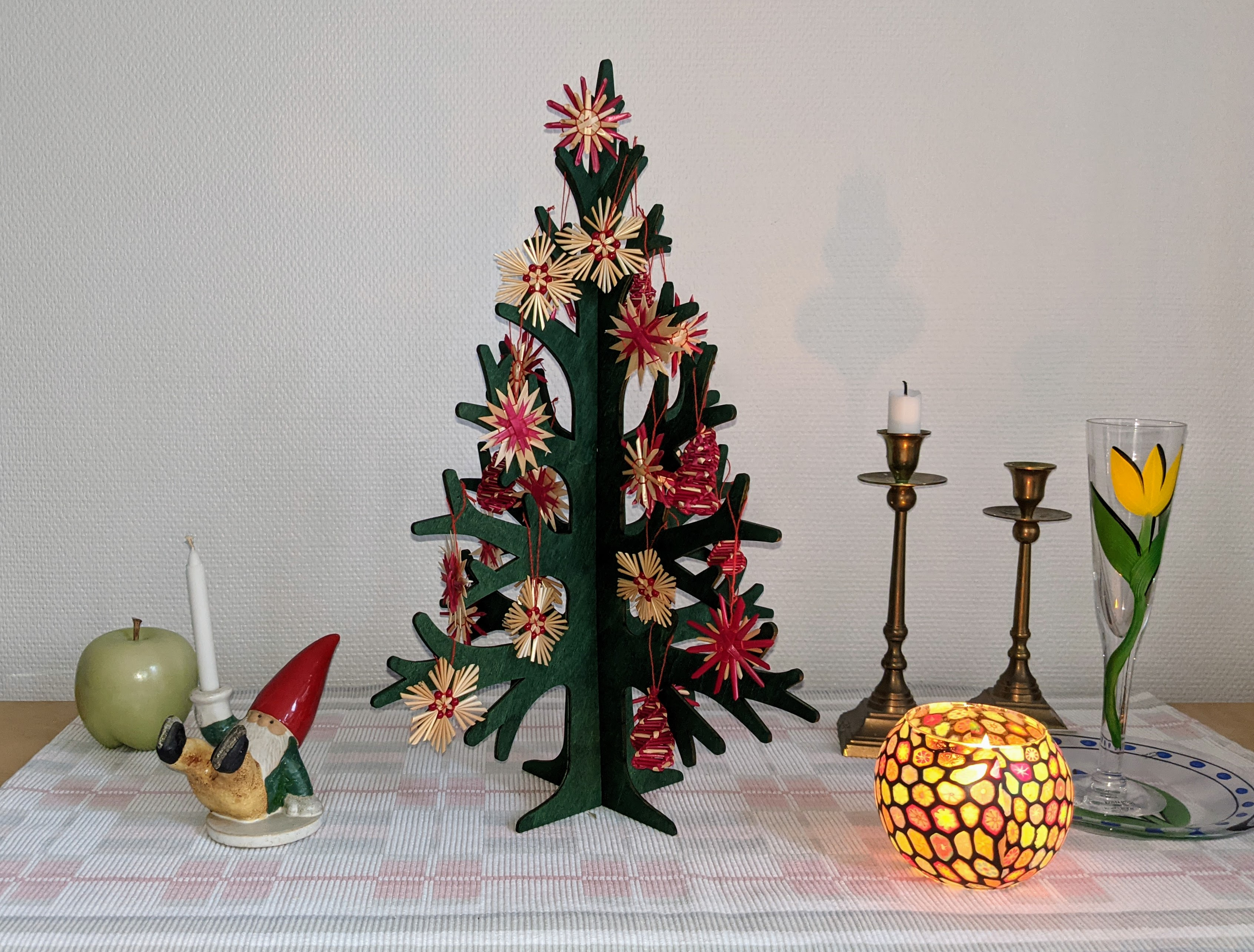
Julgran met decoratie
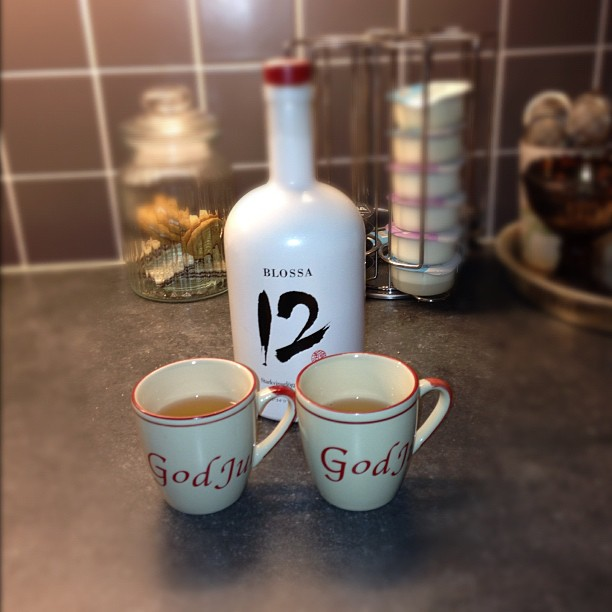
Glögg met twee bekers met het opschrift 'God Jul' (prettige kerstdagen)
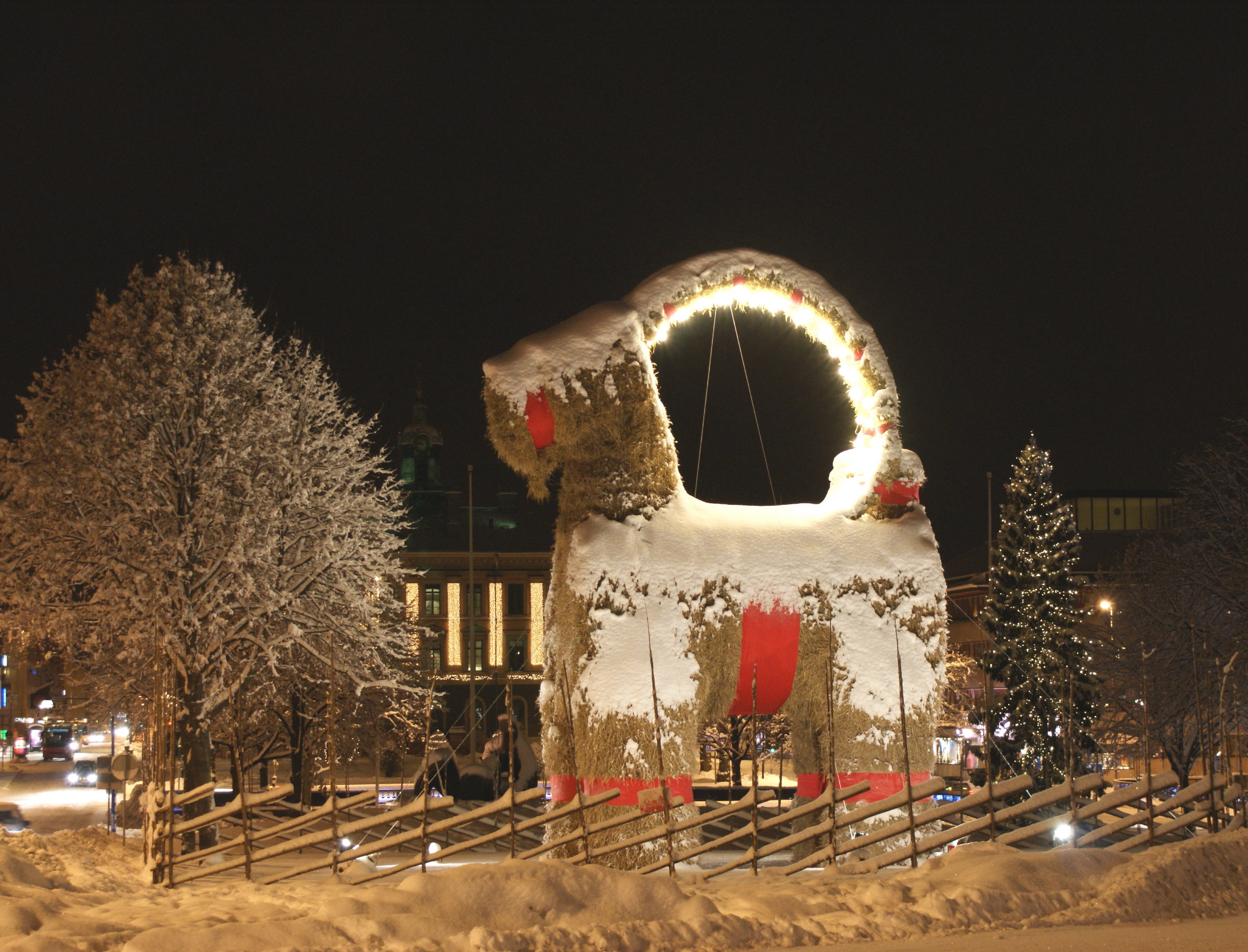
De Gävle-geit (Julbock) is een symbool voor Jul
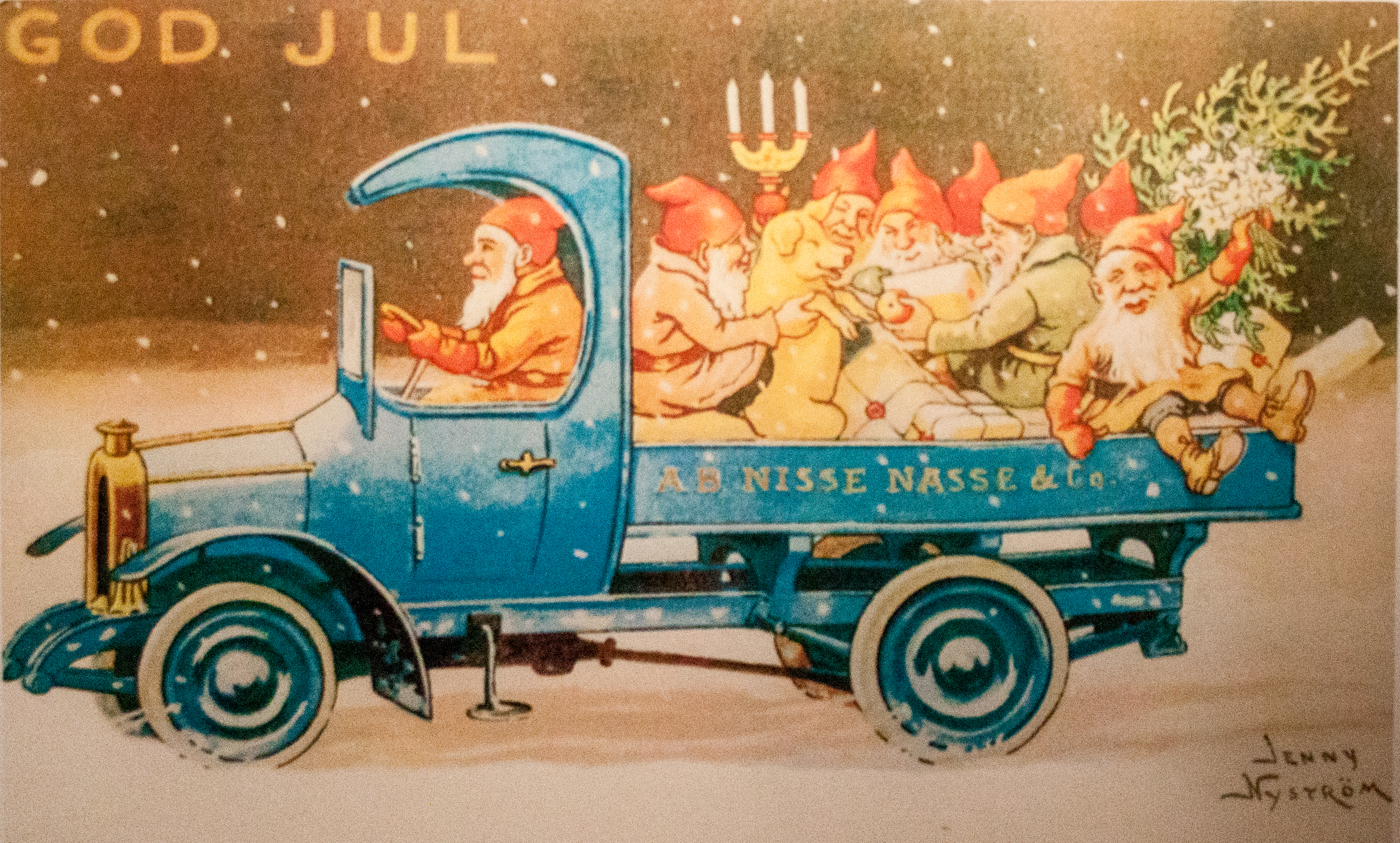
Kerstkaart, Jenny Nyström
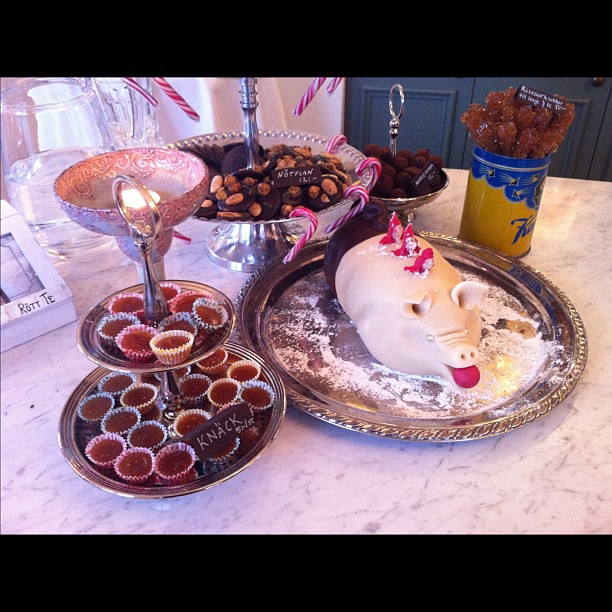
Kersttoffee en marsepeinvarken in Cafe Kanold in Göteborg
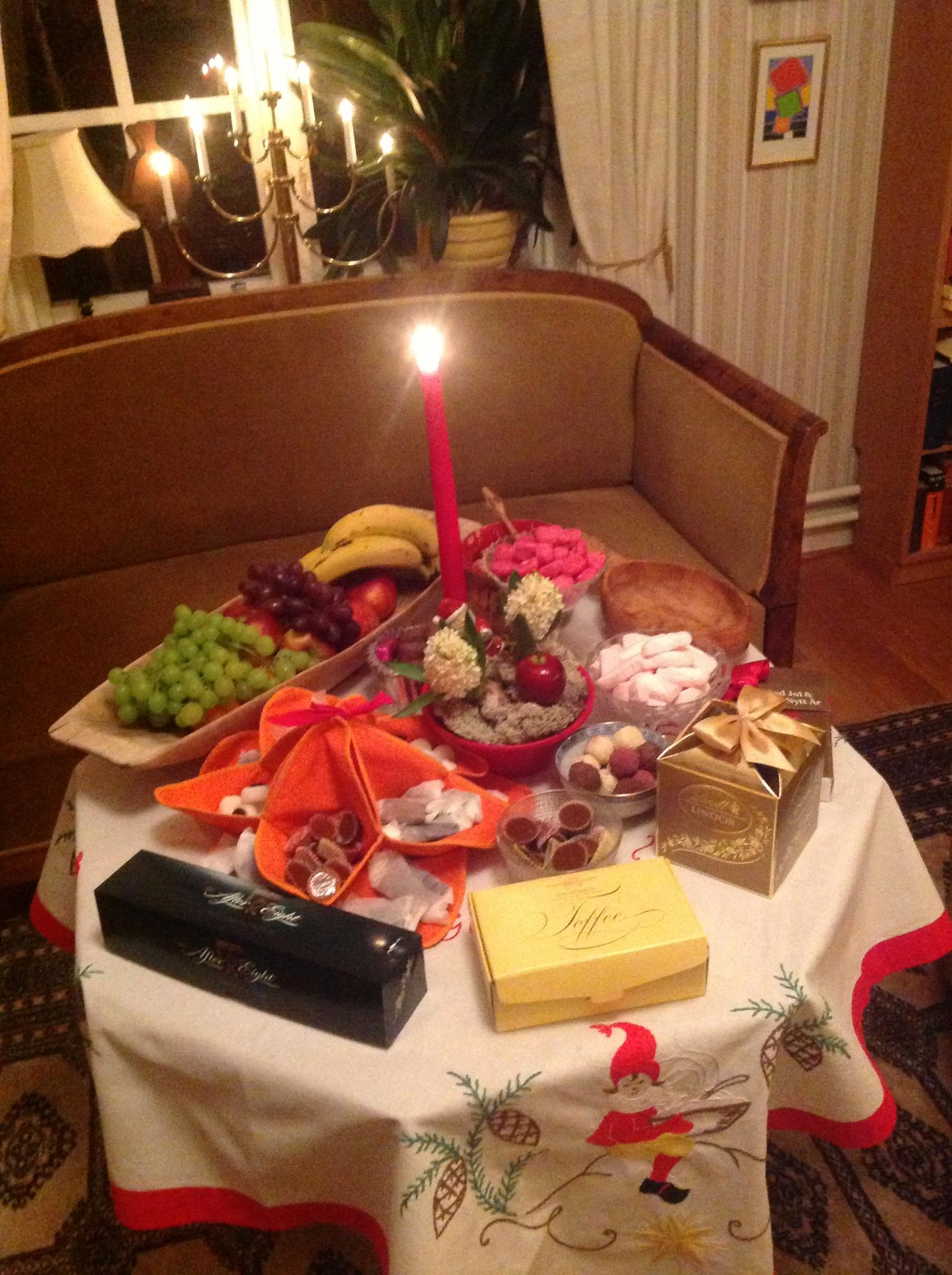
Gottebord
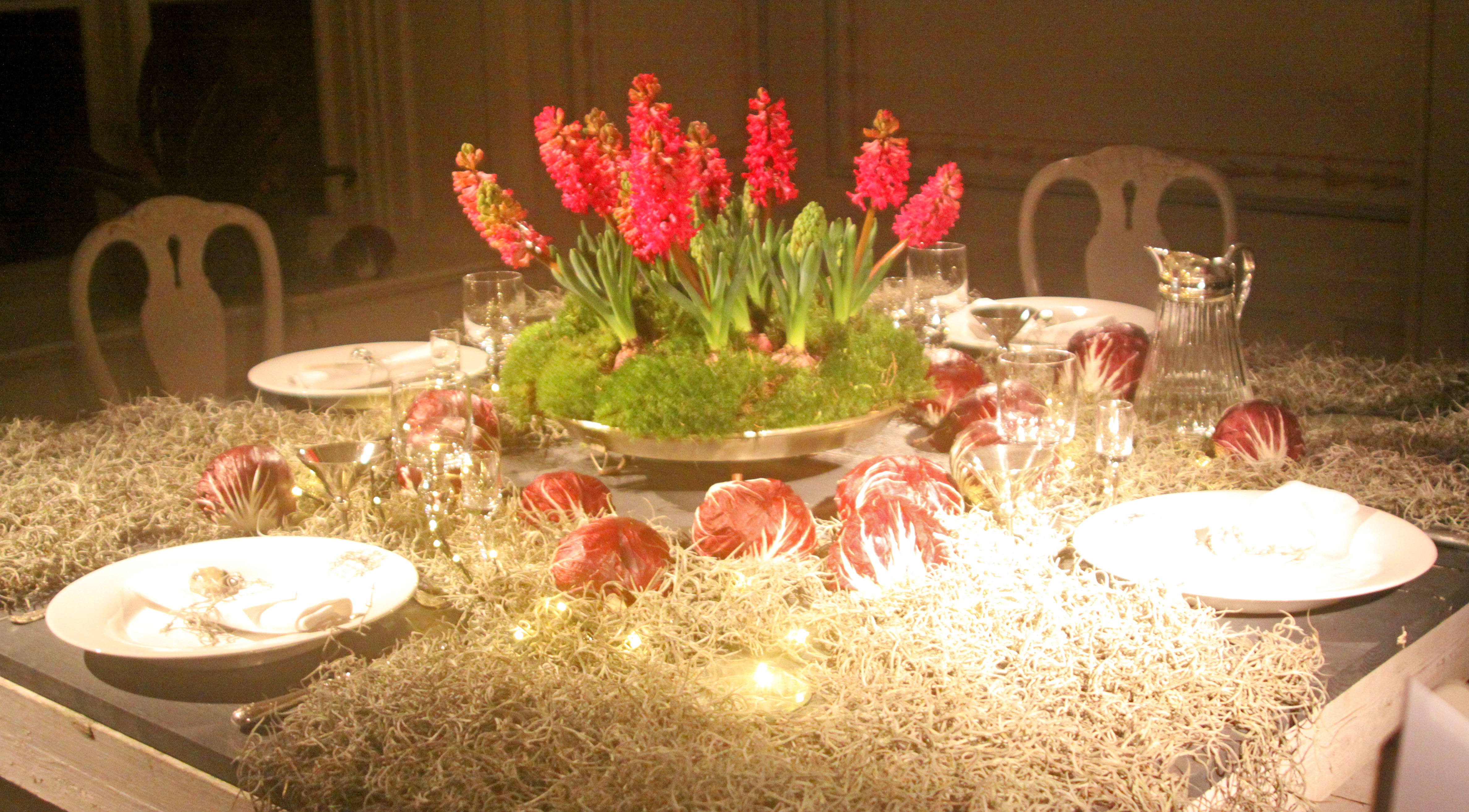
Tafel gedekt voor kerstmis
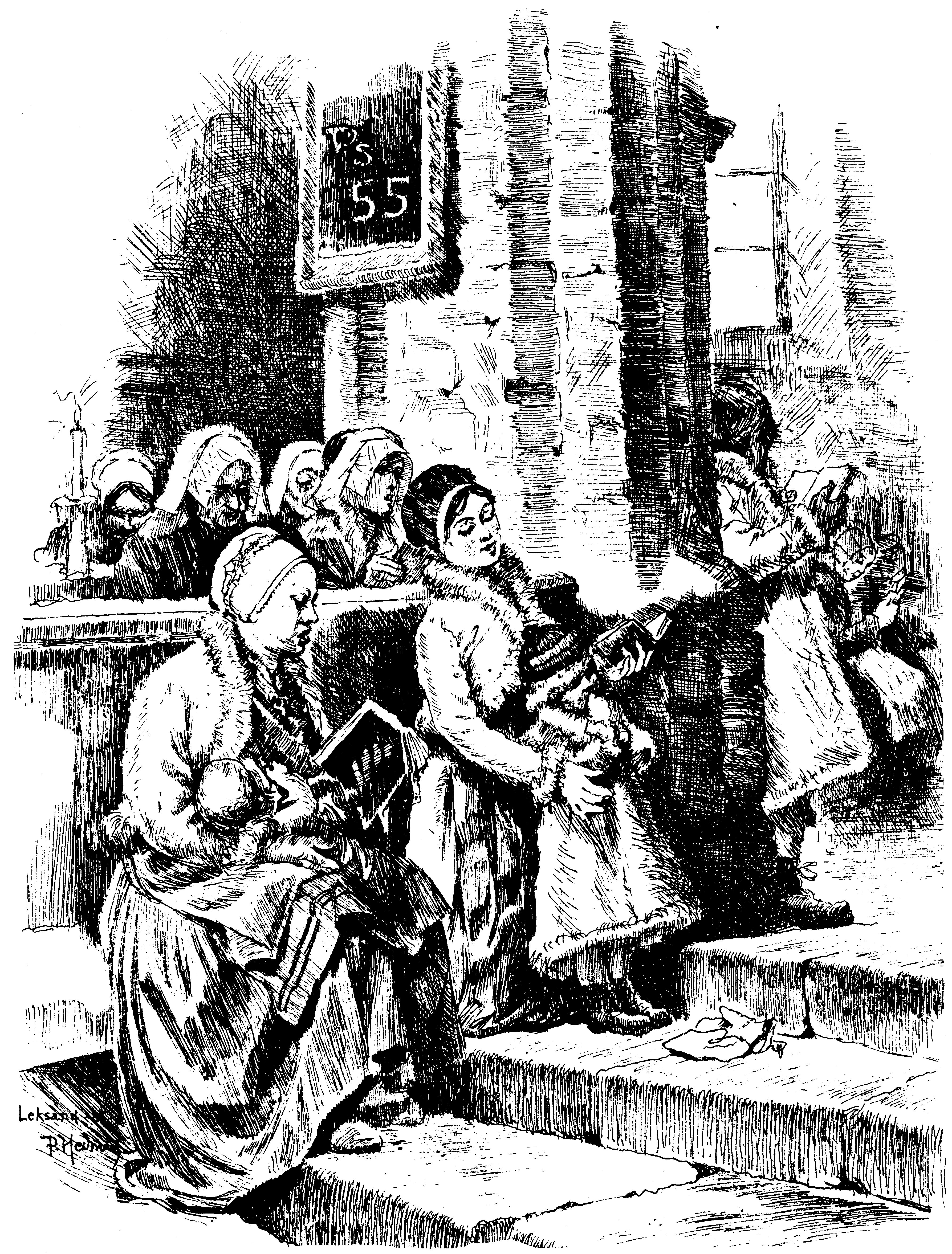
Vroege dienst op kerstochtend in de kerk van Leksand, 1890
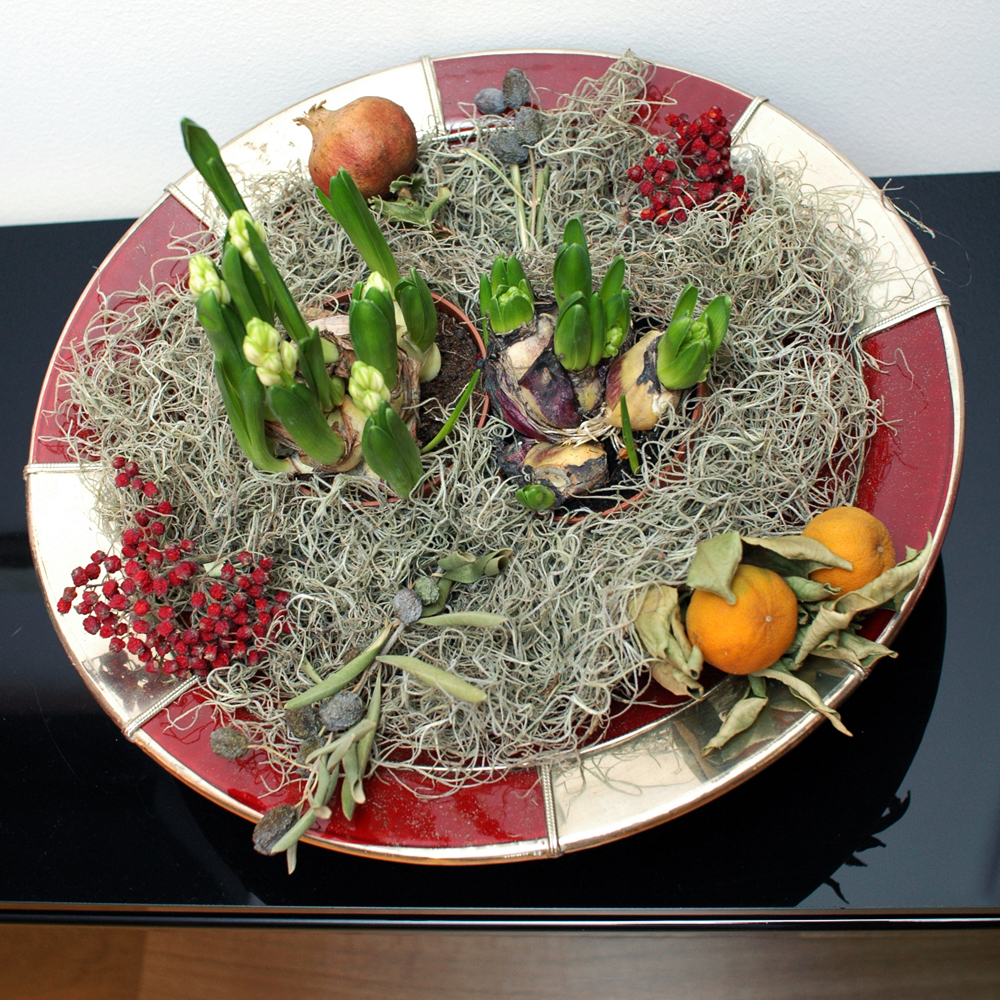
Traditionele Zweedse bloemversiering voor kerst
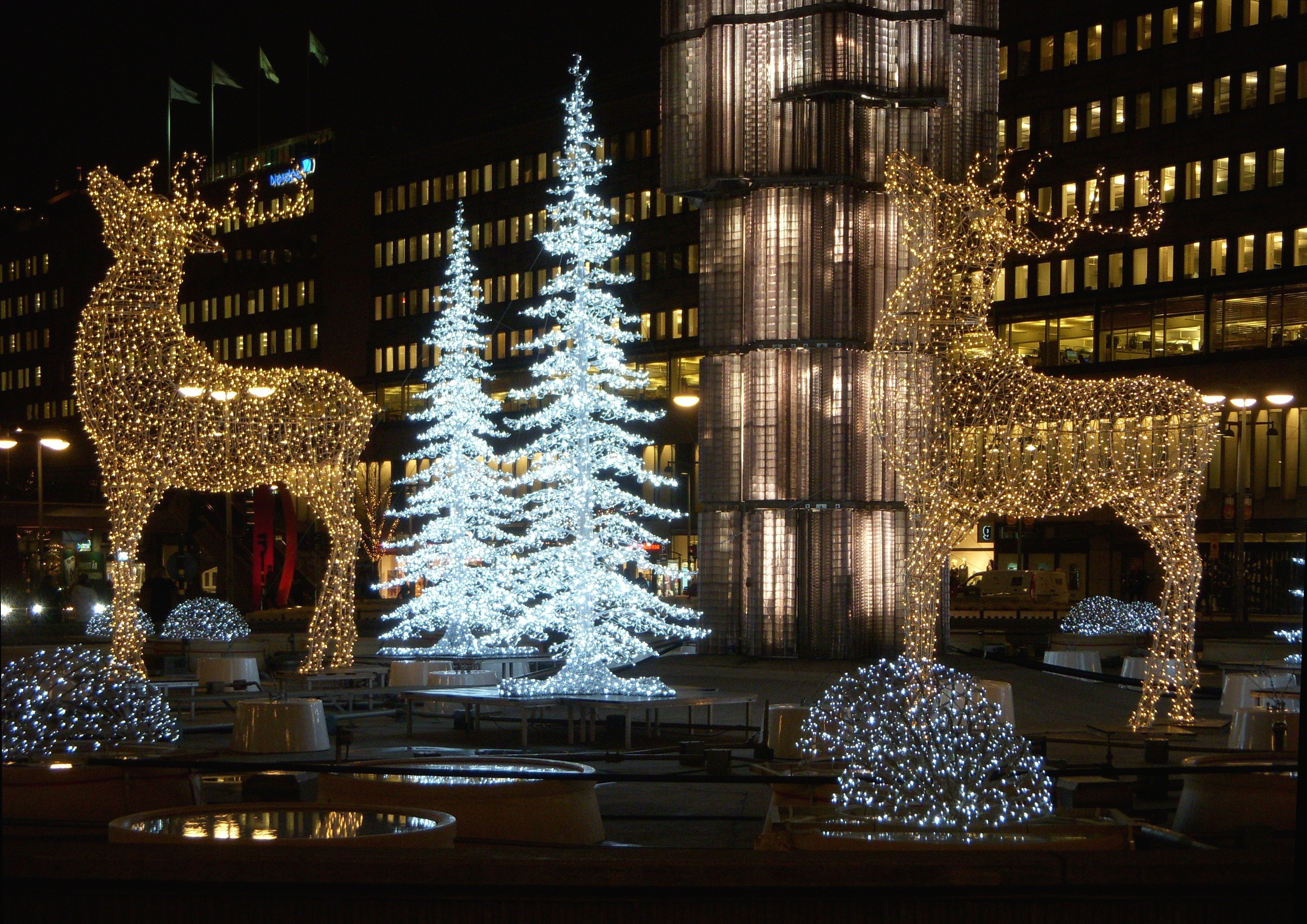
Kerstversiering bij de Sergel-fontein op het Sergels torg
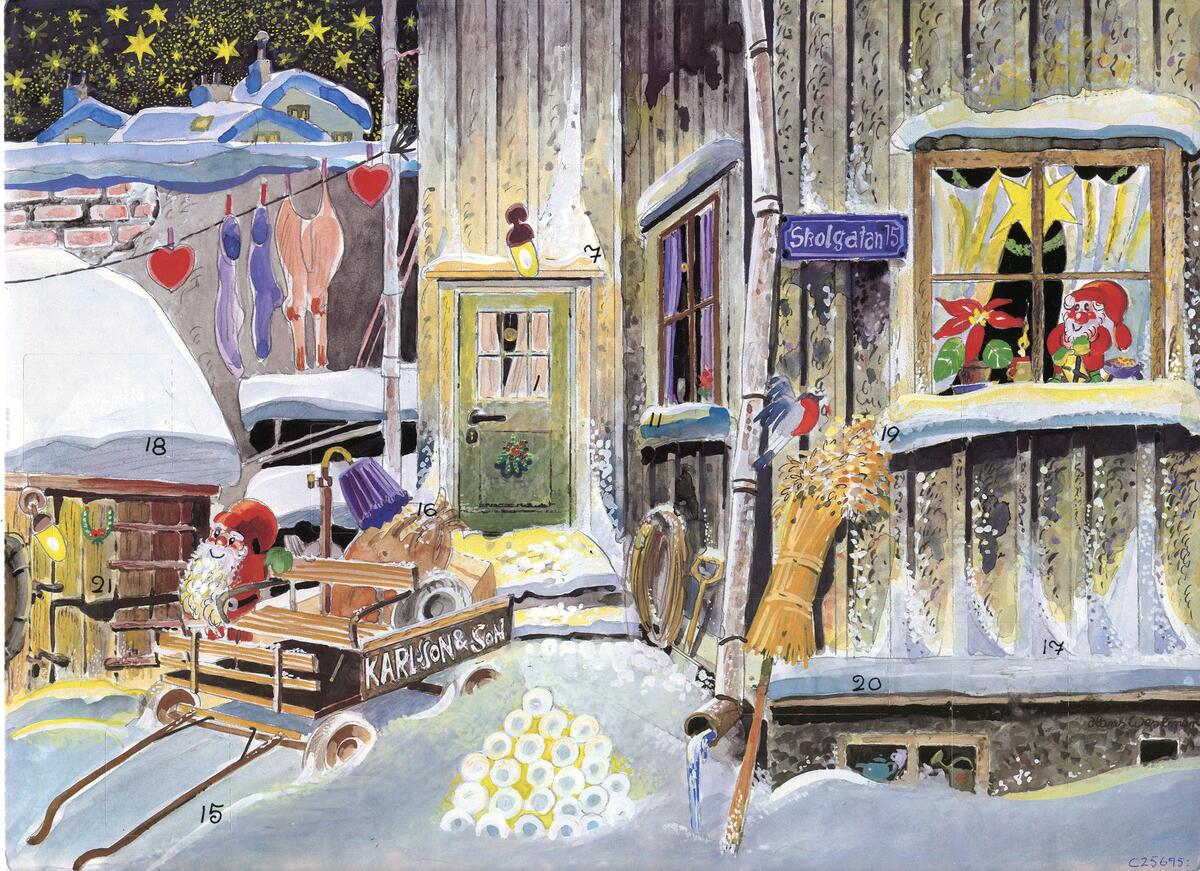
Adventskalender
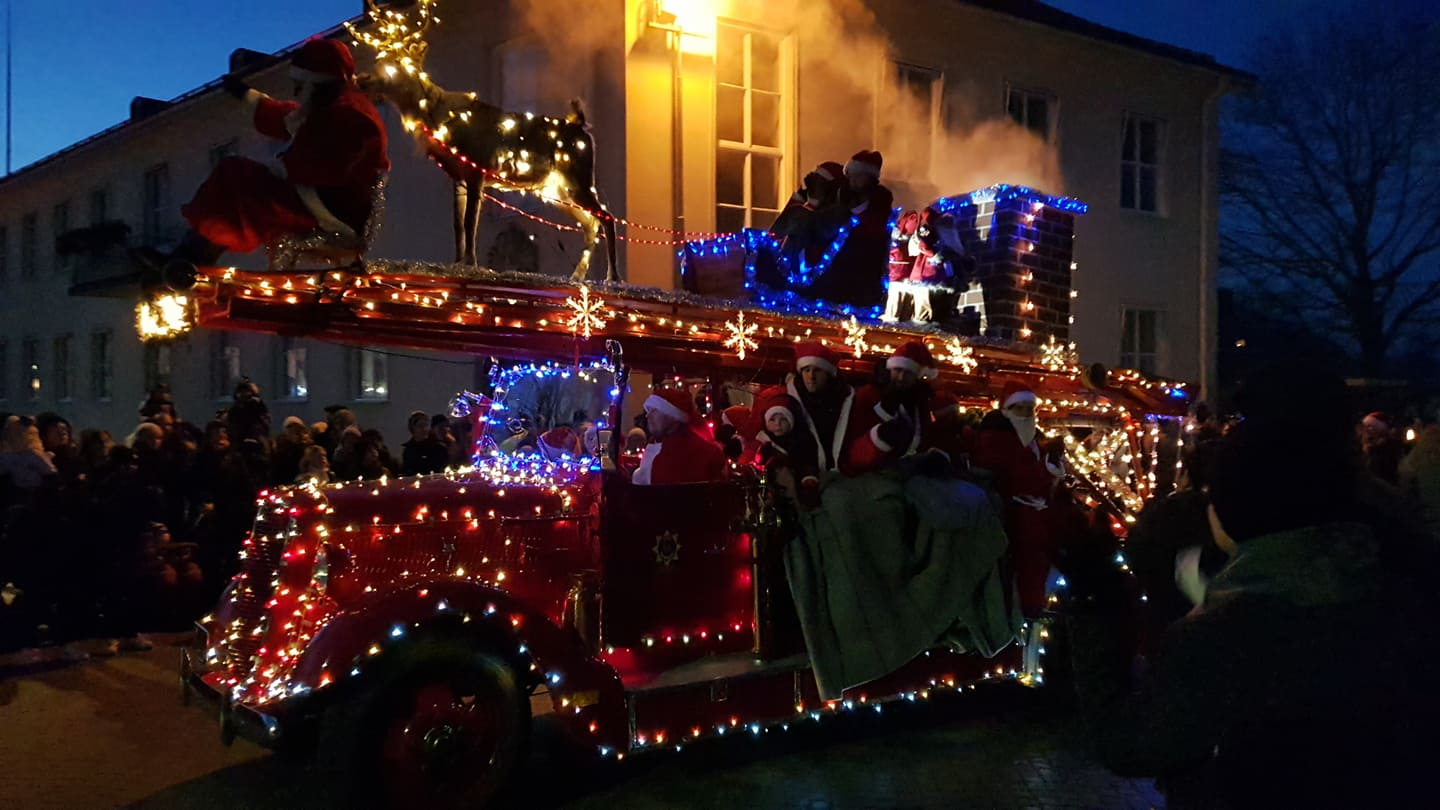
Tomteparade, Skara

## Zwitserland

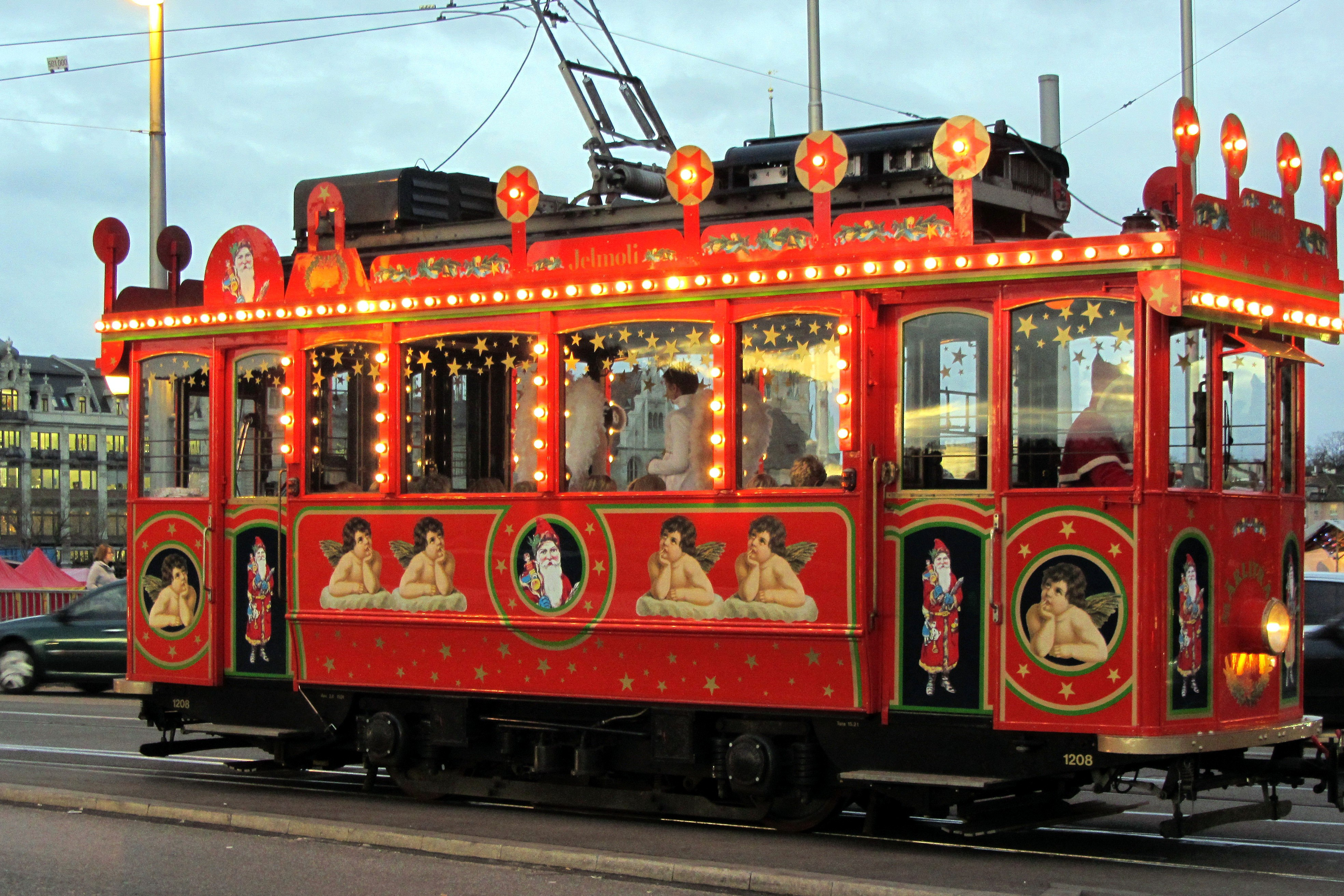
De Märtlitram in Zürich

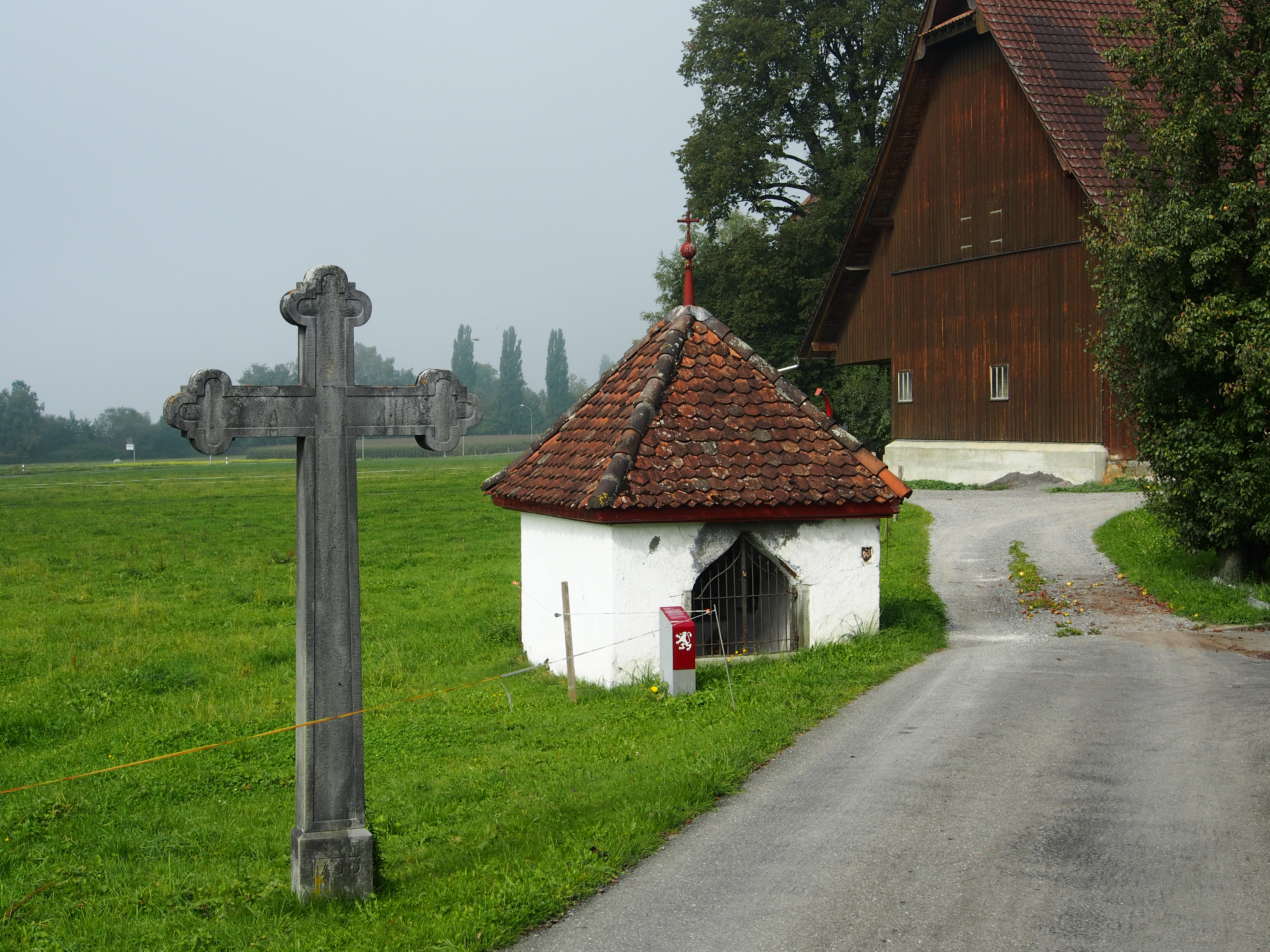
De kapel bij Sempach

Op kerstavond worden in Zwitserland de cadeaus uitgepakt, dit heet Bescherung.
Circus Conelli is het eerste kerstcircus in Zwitserland. Het circus, opgericht in 1982, speelt sinds 1992 op de Bauschänzli nabij Stadthausquai in Zürich.
De figuur Türst zou rondspoken tijdens de Wilde Jacht. Als een kruis omviel, hadden de boeren pech totdat het kruis weer opgebouwd was. De Türst komt vaak voor in combinatie met de Sträggele. Ze wordt vaak omschreven als een oude vrouw met een kromme neus die ongehoorzame kinderen ontvoerde en de lucht in rukte. In Ettiswil worden de schuurdeuren meestal opengelaten, omdat de boeren bang zijn dat ze door de onzichtbare krachten van Türst kapotgescheurd kunnen worden. Er gaat een volksverhaal in het gebied rond Sempach over een meisje dat door de Sträggele is meegenomen tijdens de Sträggelennacht, haar moeder bouwde uit berouw een kapel. Vanaf die tijd brengen ouders van moeilijk opvoedbare kinderen vlasvlechten en berkenstokken als offergave naar deze kapel.

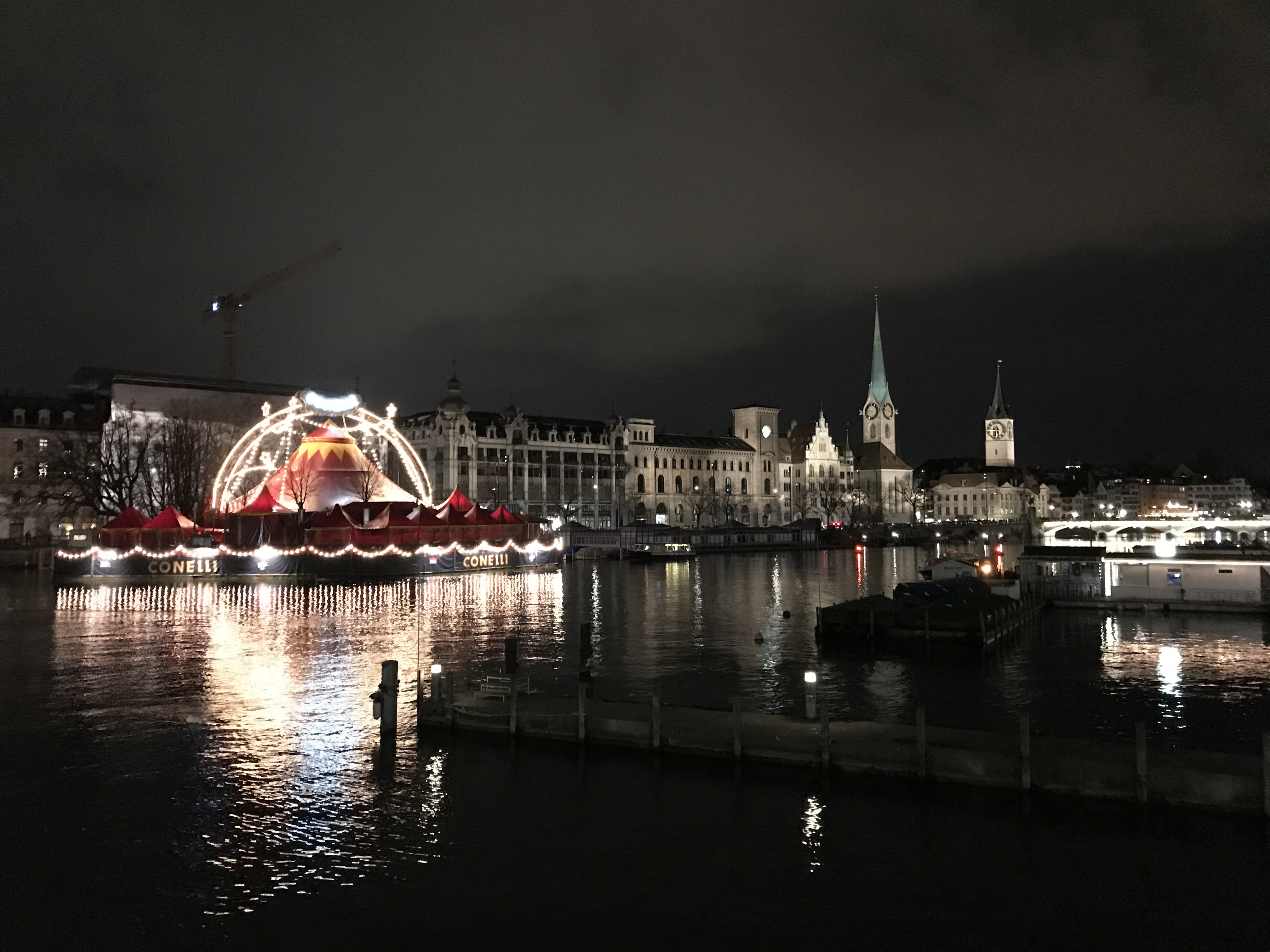
Circus Conelli
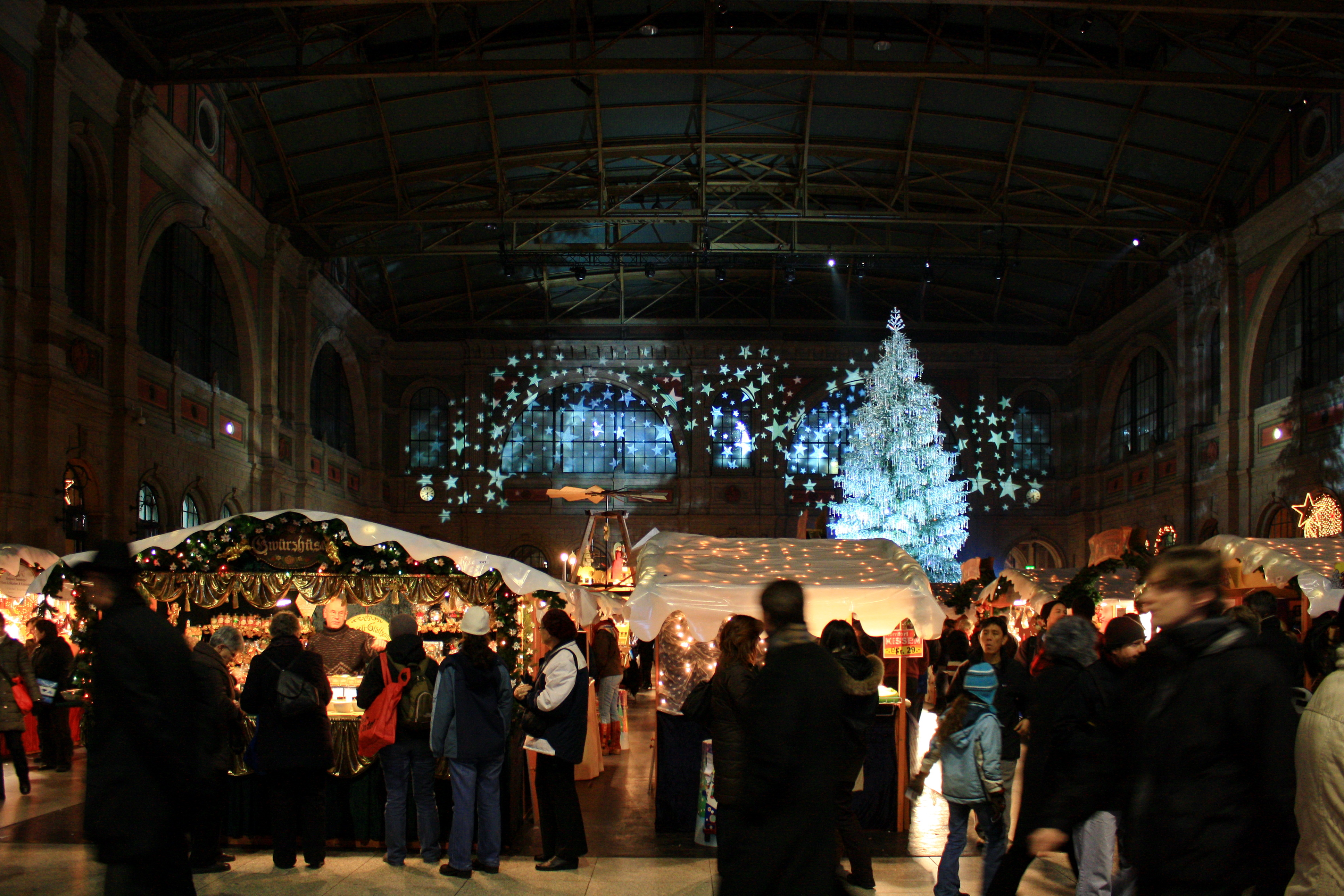
Kerstmarkt bij het Hauptbahnhof in Zürich
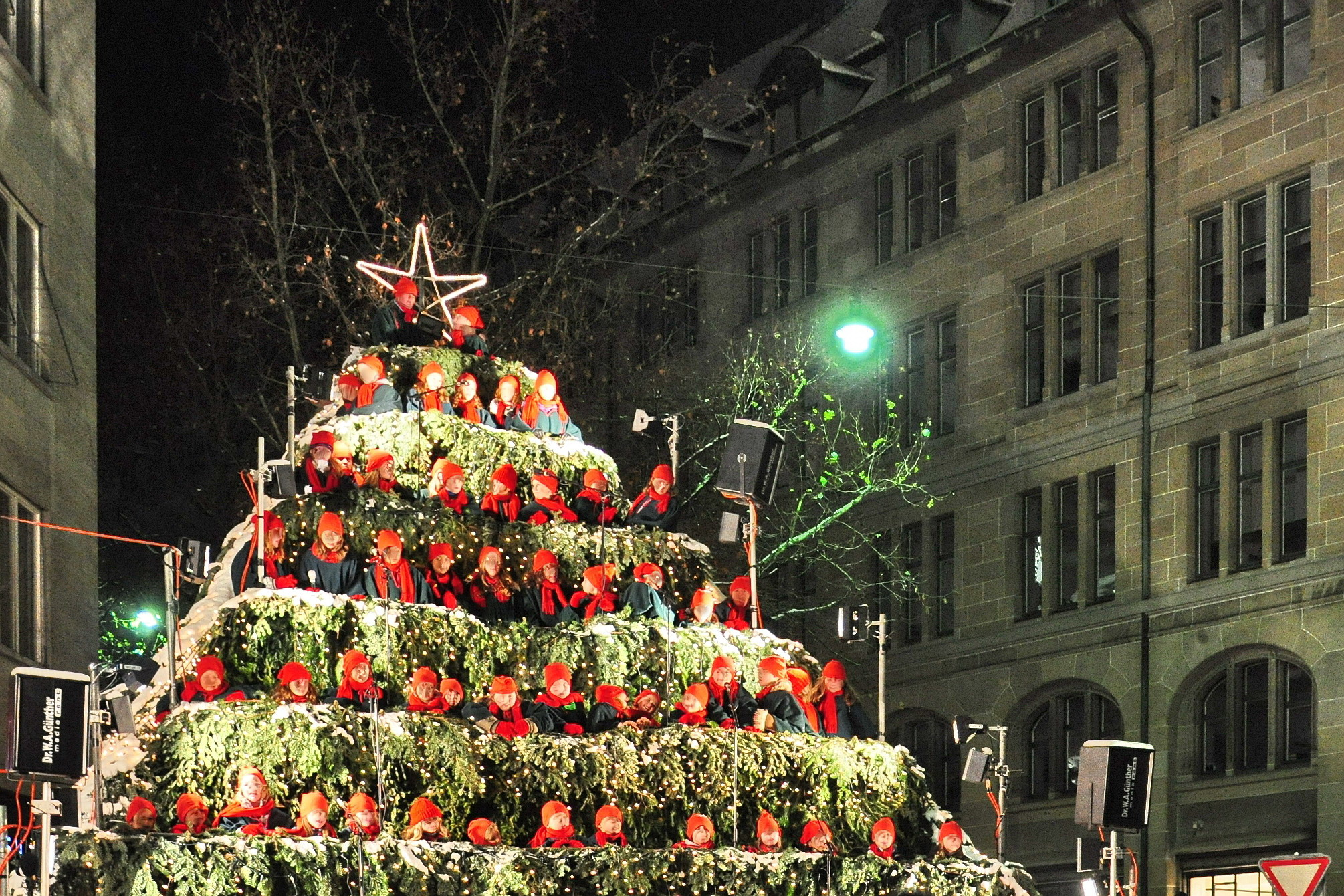
Zingende kerstboom
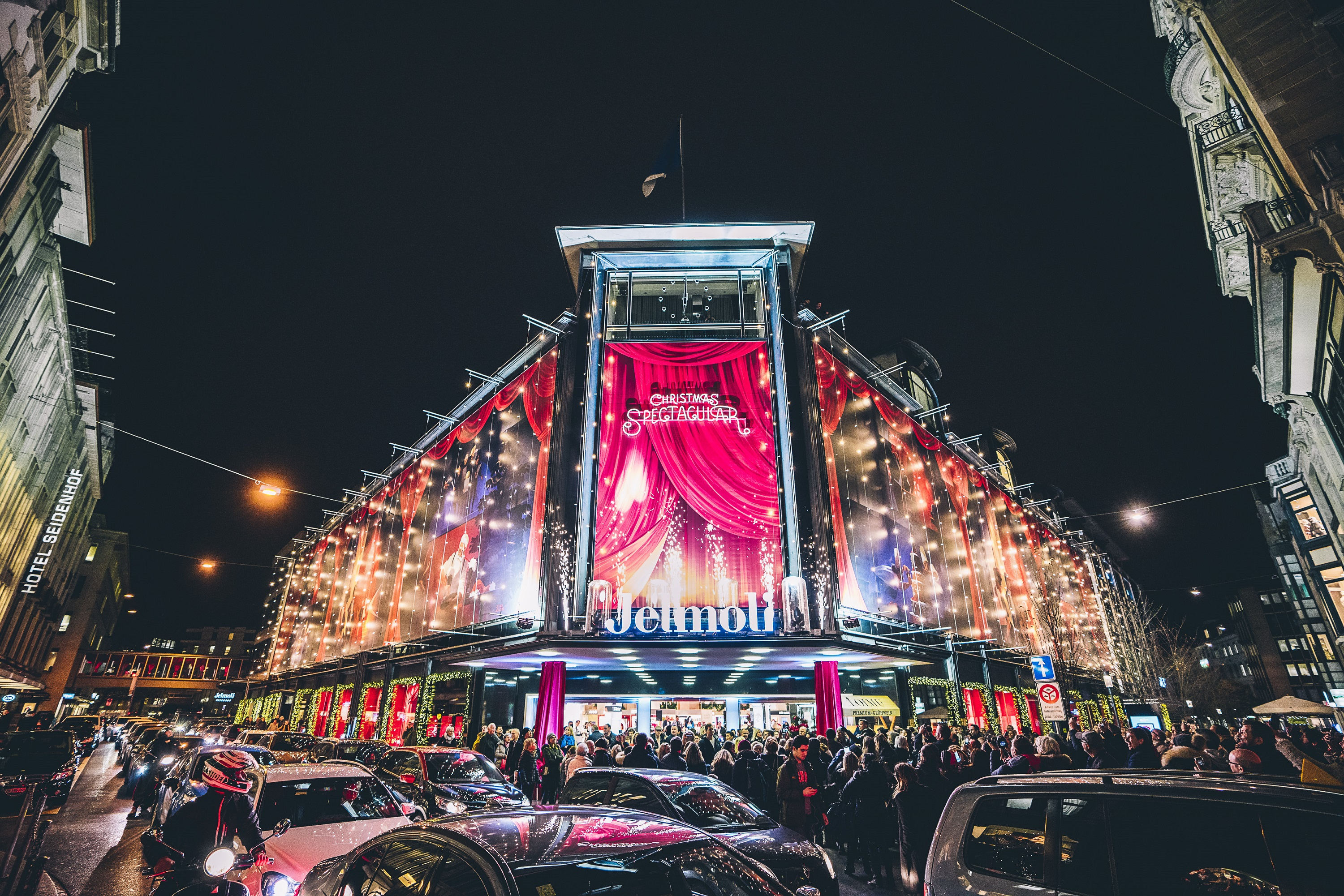
Warenhuis Jelmoli versierd voor de kerstperiode
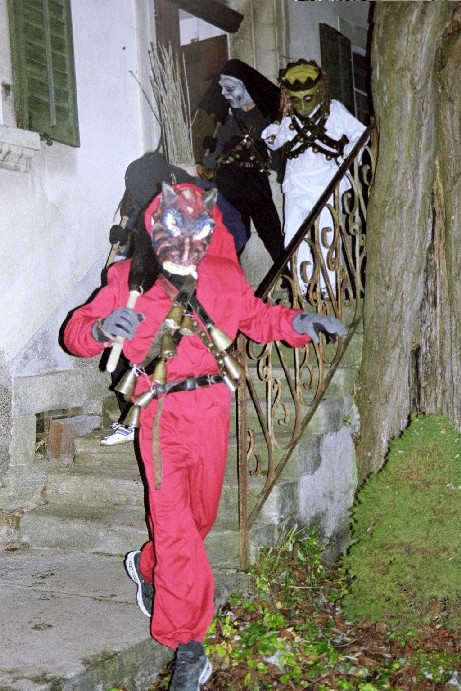
De Clausen bezoeken een huis in Hallwil
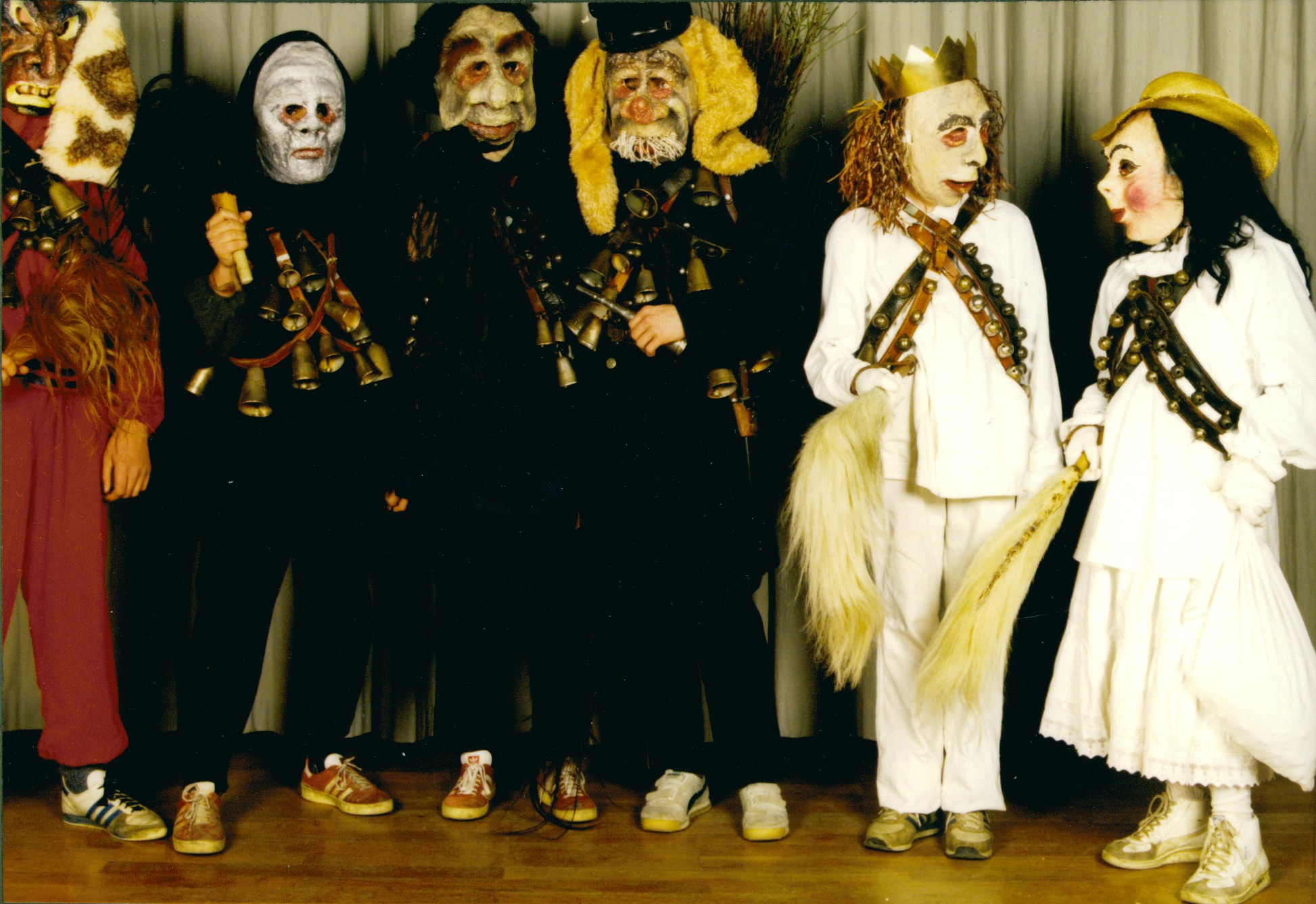
De Claus-groep met nieuwe larven, 1984
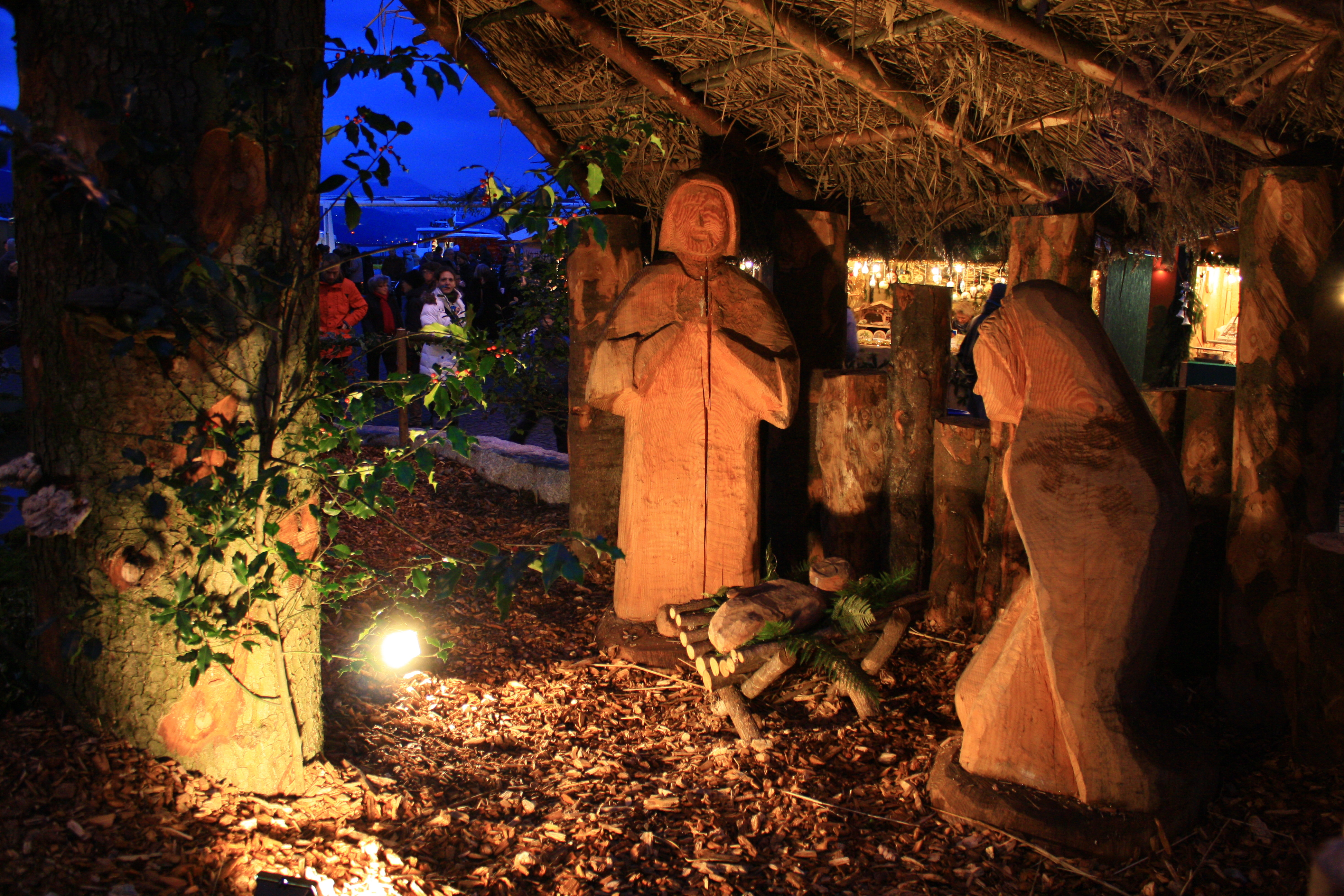
Christkindlimärt
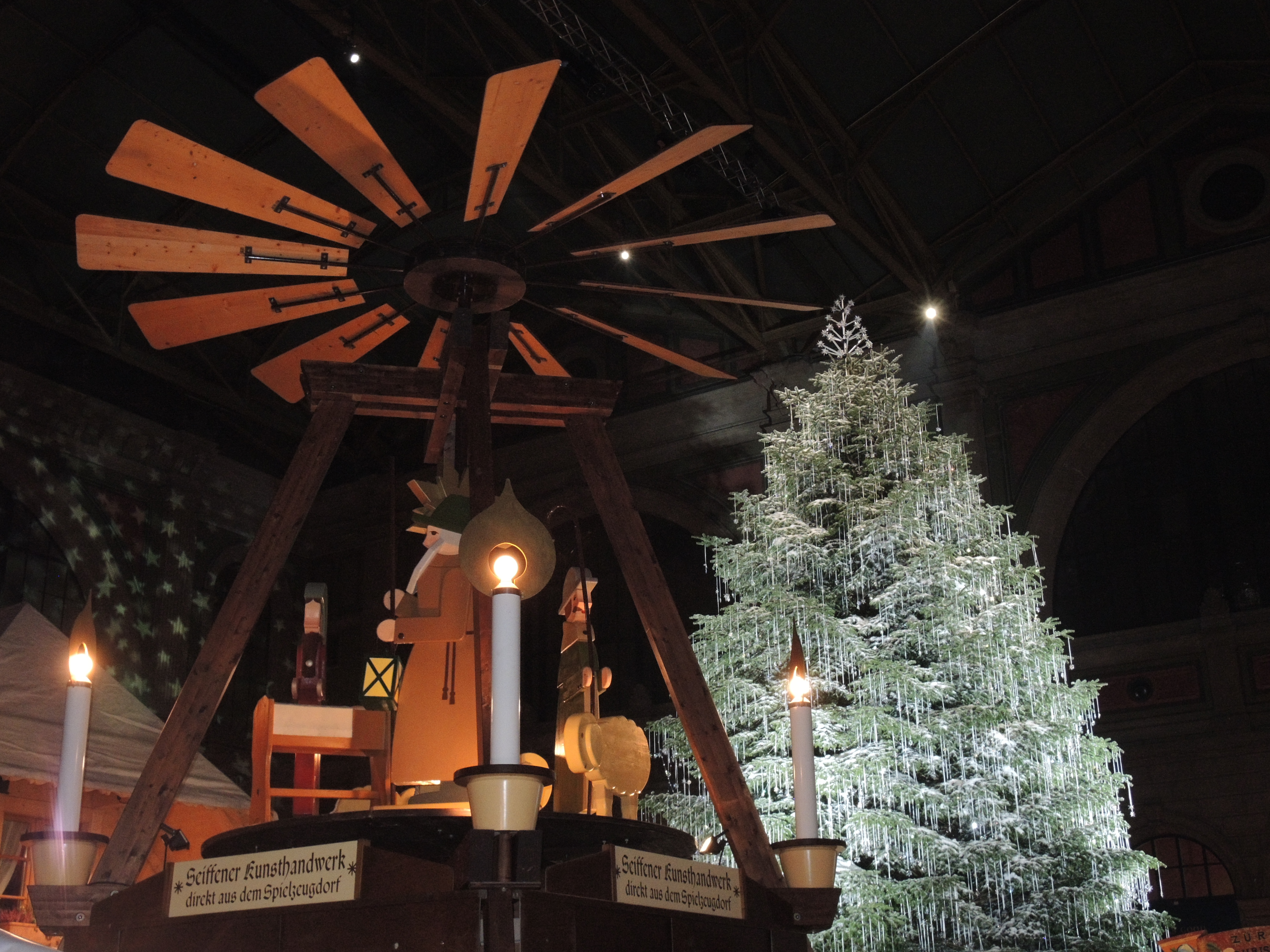
Christkindli-Markt in Zürich, 2012
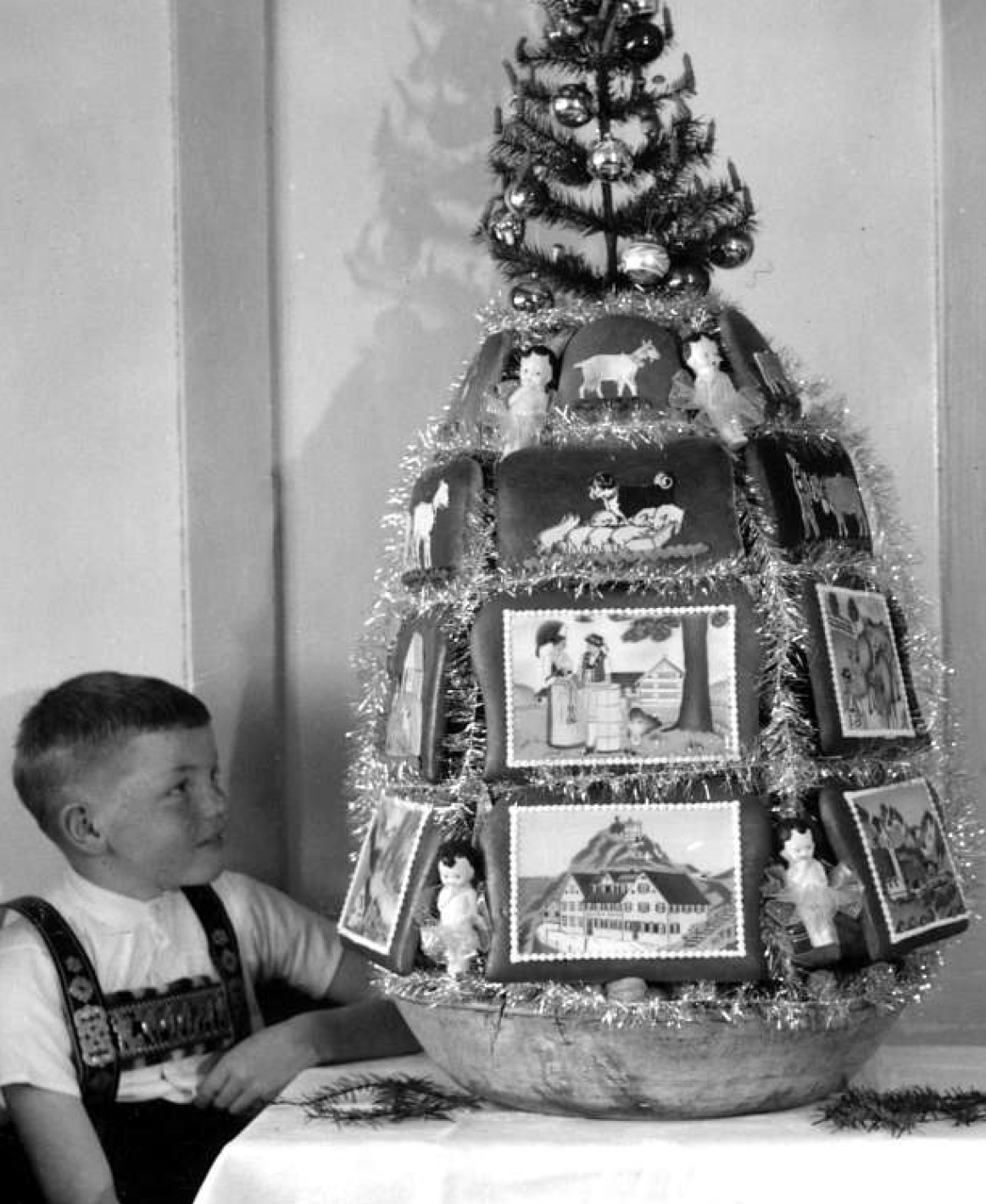
Chlausezüg (Christbaum)
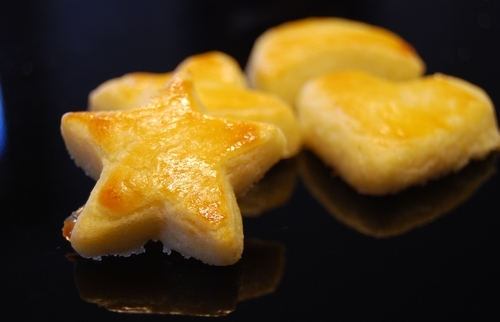
Mailanderli
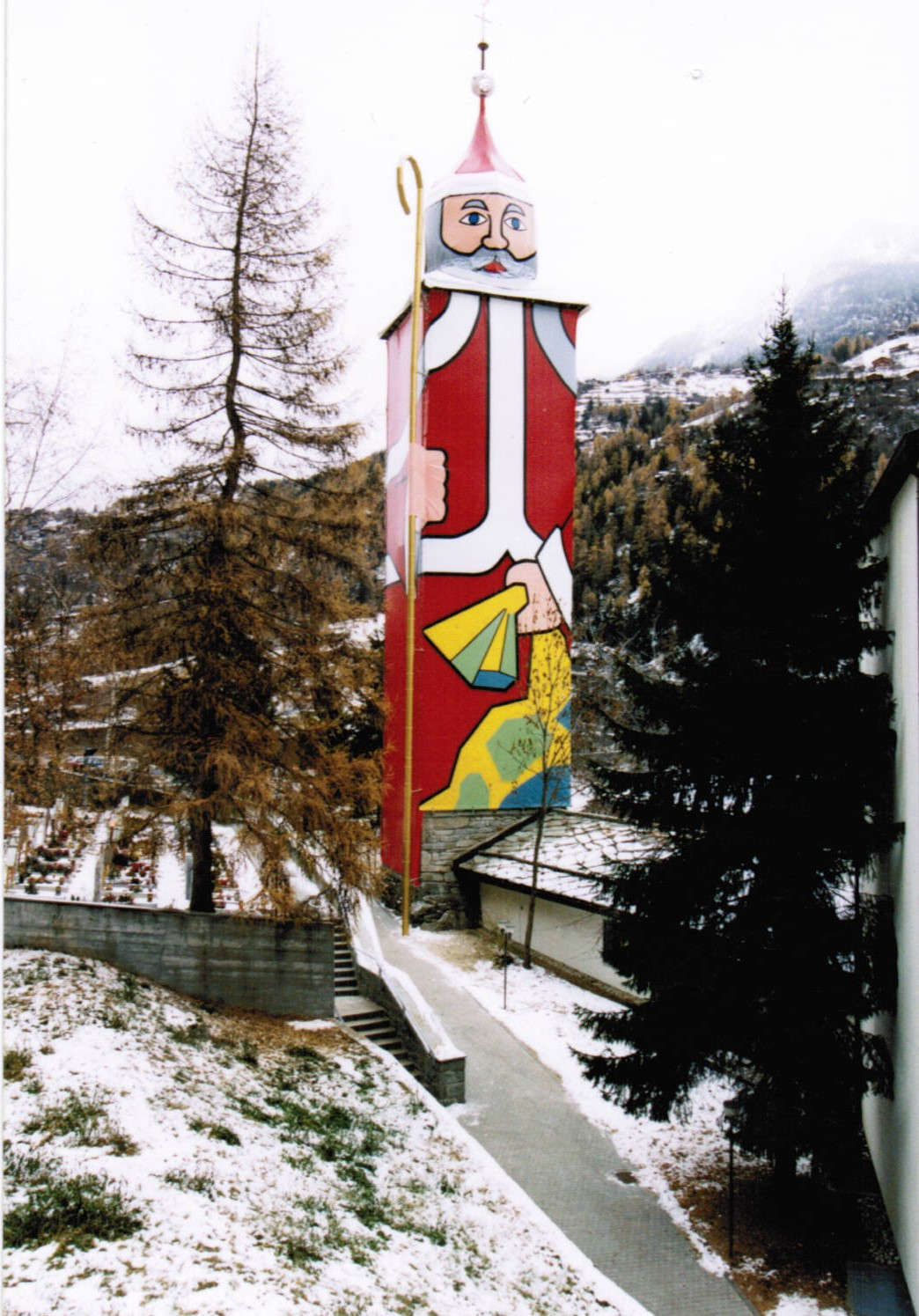
De grootste Nikolaus in de wereld, de kerktoren van Sankt Niklaus in Wallis
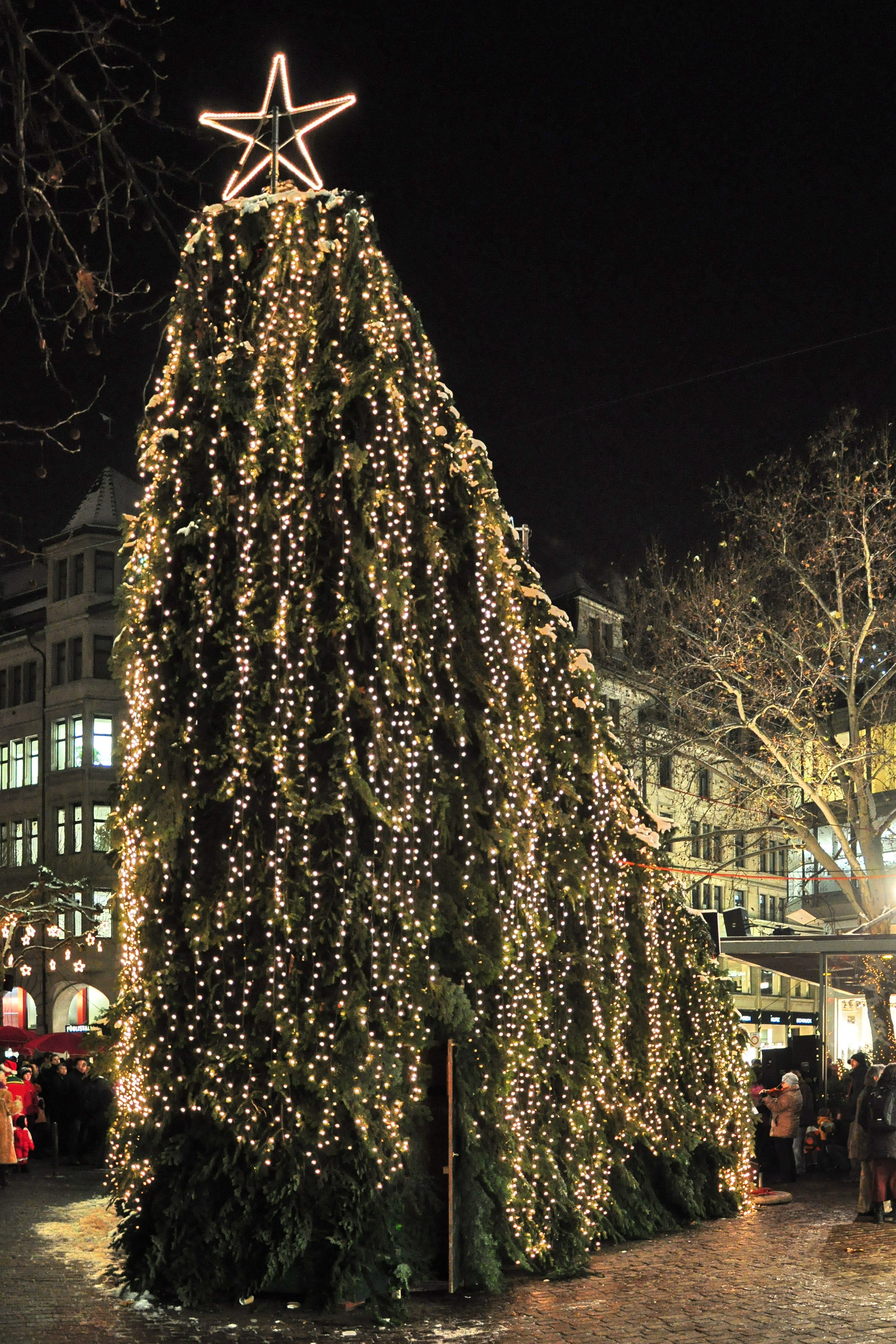
Zingende kerstsboom (hier komen kinderen in te staan, die kerstliederen zingen)